# Verwendung von Kaiserstein als Baumaterial
Die Verwendung von Kaiserstein als Baumaterial hat eine lange Tradition. Aufgrund der hohen Güte der Werksteine, wie der hohen Festigkeit und Verwitterungsbeständigkeit wurde das Material Kaiserstein häufig für statisch-sensible Bauteile in den kaiserlichen Bauten, den Adelspalästen und Kirchen verwendet, für Portale, Treppen, Säulen, weit herausragende Gesimse, und anderes mehr.
Verwendungsbeispiele sind die Hofburg mit dem Schweizerhofbrunnen von 1552, dem Renaissancebrunnen im Hof des Amalientraktes von 1612, die Architektursteine des Leopoldinischen Traktes und die Stufensteine der Säulen-, Botschafter-, Kaiser- und Adlerstiege zu nennen. Im Schloss Neugebäude, bedeutendster Renaissancebau nördlich der Alpen und im Schloss Schönbrunn. Kaiserstein fand auch Verwendung in der Karlskirche, einem hervorragenden Kunstwerk abendländischer Kultur, deren Formen in den Altären der Kaisersteinbrucher Kirche wieder zu finden sind.
Durch die Häufigkeit seiner Verwendung war der Kaiserstein, zusammen mit dem Eggenburger Stein, eines der wichtigsten Baugesteine dieser Ära. Für die Ausfuhr des Steines musste Zoll bezahlt werden, so wurde 1708 ein eigenes Dreißigstamt in Kaisersteinbruch errichtet.

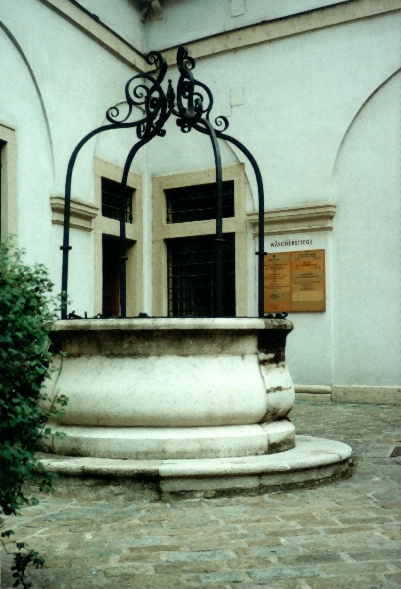
Renaissancebrunnen im Amalientrakt, P. M. Maderno

## Harter Kalkstein vom „Römersteinbruch“ für die Römische Villa von Königshof-Ödes Kloster

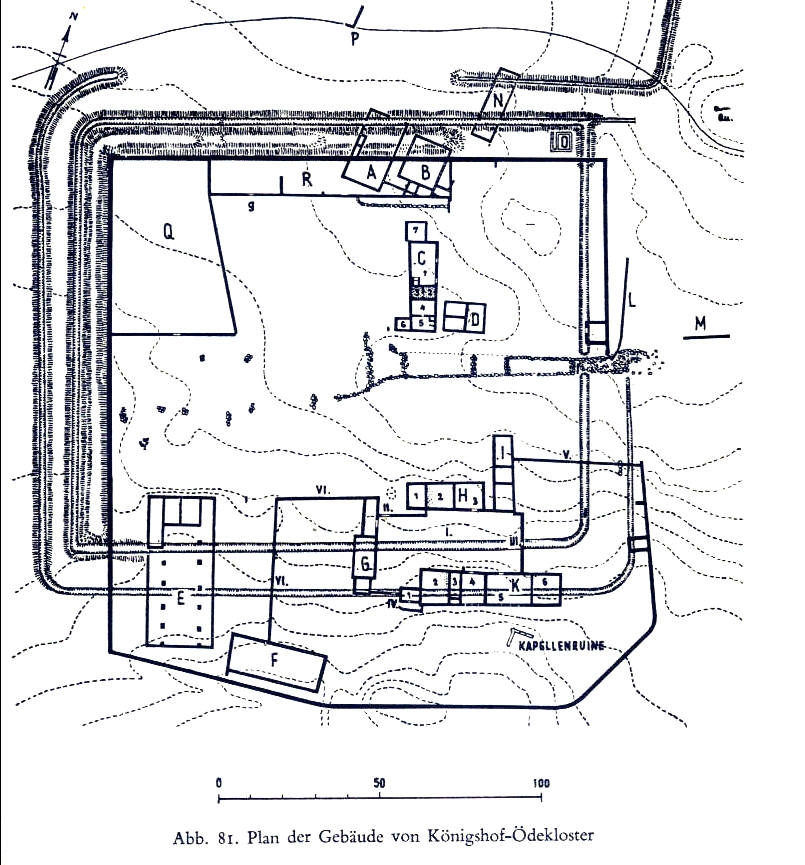
Groller: Gebäude Königshof-Ödes Kloster

Die Ausgrabung des römischen Gutshofes auf der Klosterwiese westlich von Kaisersteinbruch im Jahre 1903 im Auftrage der Akademie der Wissenschaften durch den Archäologen und Oberst Maximilian von Groller-Mildensee zeigte, dass auf dieser günstig gelegenen Stelle in der Römerzeit drei voneinander unabhängige Siedlungen entstanden sind. Er war davon überzeugt, Ulmus, eine römische Straßenstation der Tabula Peutingeriana gefunden zu haben.
Die frühzeitige Villa bestand aus den Bauwerken A, B, N und P, wahrscheinlich noch aus weiteren Gebäuden, die beim Ausbau des Graben- und Wallsystems zum größten Teil zerstört, die Gebäudemauern abgerissen wurden. Dort gefundene Münzen der Kaiser Domitian und Nerva helfen bei der Zeitbestimmung der Gebäude. So können die Reste der Bauten dieser frühzeitigen Villa auf den Anfang des 1. bis auf das 2. Jahrhundert datiert werden.
Beim Punkt P befand sich die Ecke eines Gebäudes dieser Frühperiode aus grob gemeißelten Quadersteinen, auch die Türrahmen und Schwellen sind aus gut bearbeitetem Kaiserstein/Kalkstein. Steinmetzmeister Friedrich Opferkuh forschte nach dem „Römersteinbruch“ von Kaisersteinbruch und ortete ihn im Waldbruch.

## Stein aus dem „Ödenkloster Steinbruch“ für eine großangelegte Königshofer Kirche
Der Landstrich zwischen Leitha und dem Nordufer des Neusiedler Sees wurde 1203 von König Imre dem Stift Heiligenkreuz als Kolonisationsgebiet geschenkt. Dieser, beinahe das ganze Gemeindegebiet von Kaisersteinbruch umfassende Grundbesitz war einst das Jagdrevier ungarischer Könige. Das Jagdschloss selbst lag damals auf einer Anhöhe beim so genannten Öden Kloster und wurde kurz Königshof benannt.

Ödes Kloster, Ruine
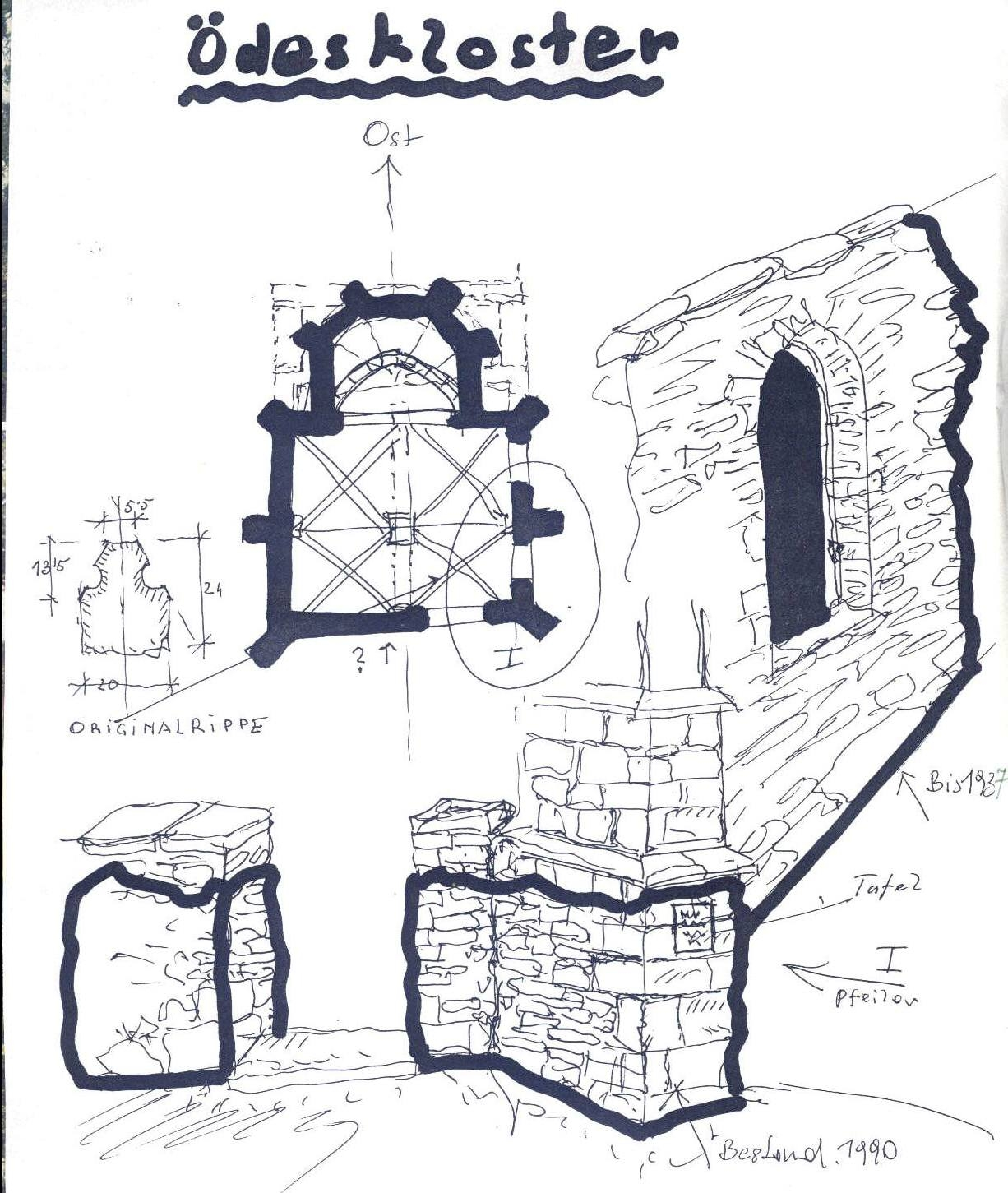
Reste der Klosterkirche 1990

Das Kloster war durch Stiftungen in Ungarn reicher begütert als in Österreich, so erwog es 1206 bis 1209 eine Übersiedlung nach Westungarn. Die großangelegte Königshofer Kirche blieb unvollendet. Von dieser Anlage stammen sechs Joch des Langhauses ohne Querhaus und Ostchor.
Die Skizze zeigt, dass 1990 beim Öden Kloster auf dem Truppenübungsplatz noch Reste der einstigen Kirche mit scharfen Steinkanten vorhanden waren. Die stark nachgezogenen Linien auf der Skizze zeigen Mauerteile mit scharfen Kanten im Eingangsbereich als noch vorhandenen Bestand 1990. In diesem Bereich eine Hinweistafel anzubringen, wurde vom Bundesministerium für Verteidigung aus militärischen Erwägungen abgelehnt. Jahre später erübrigte sich das, auch von diesen Restbeständen war nichts mehr zu erkennen.

## Kaiserstein für den Römisch-deutschen König Ferdinand I. in der Hofburg
Das repräsentative Tor zum Schweizerhof wurde einst im Auftrag von König Ferdinand I. (1503–1564) als Hauptzugang zu seiner Residenz 1552/53 errichtet. Besonders erstaunlich sei laut Österreichischer Akademie der Wissenschaften die Erkenntnis, dass die Portalarchitektur zur Bauzeit in der Eigenfarbe des Steins belassen war: dem „kühlen Blaugrau“ des Sandsteins aus dem heute nicht mehr existierenden Dornbacher Steinbruch am westlichen Stadtrand von Wien.
Der Schweizerhofbrunnen, 1552 neben dem Schweizer Tor der Wiener Hofburg errichtet, ist der älteste erhaltene Brunnen Wiens. Dargestellt wurde der Adler des regierenden Kaisers Karl V. im Auftrage des jüngeren Bruders, des Römisch-deutschen Königs Ferdinand I. Der harte weiße Kaiserstein zeigt noch heute seine besondere Qualität.

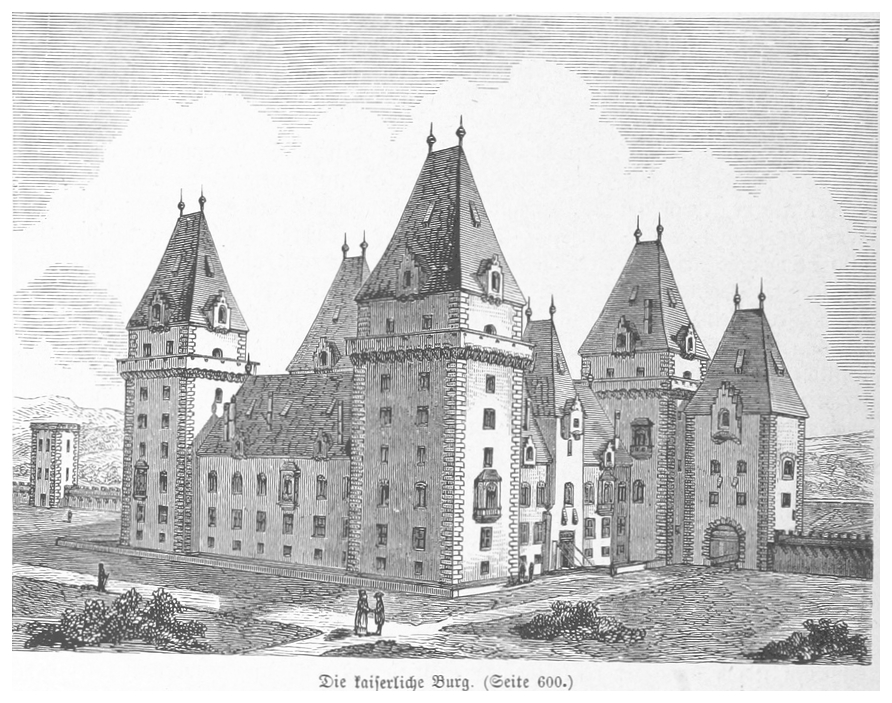
Hofburg im 16. Jahrhundert
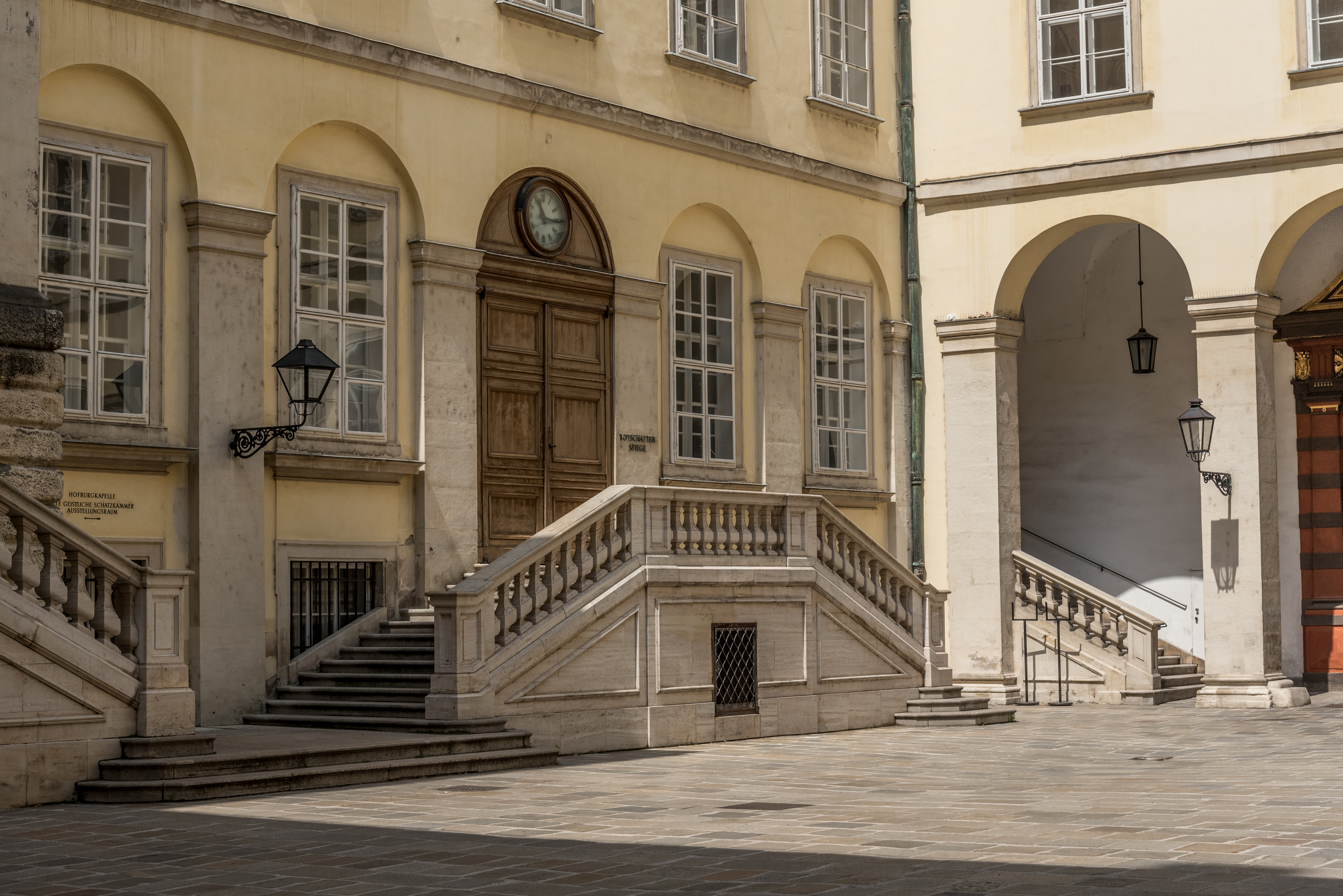
Aufgang zur Botschafterstiege, Stufen Kaiserstein
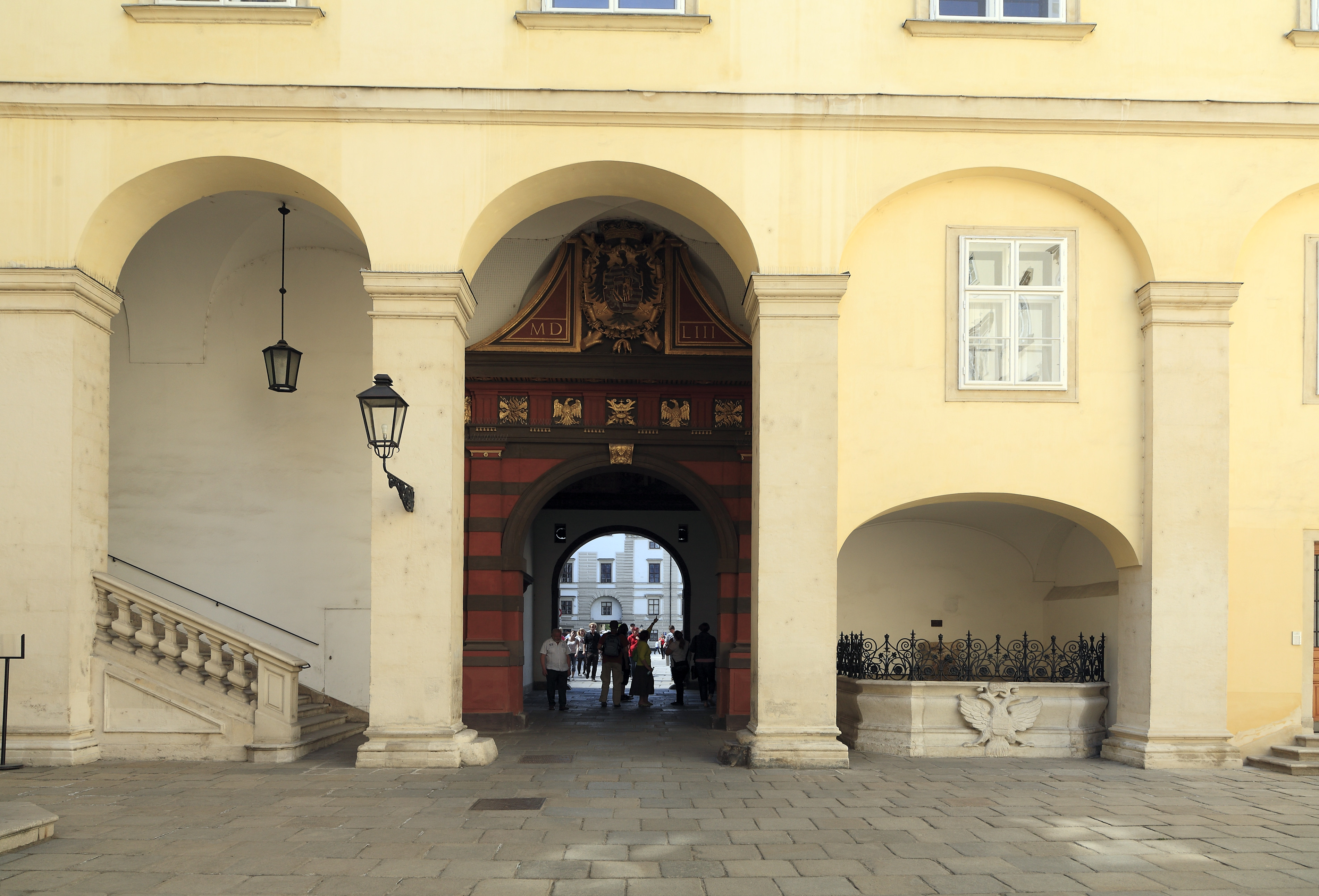
Schweizerhof
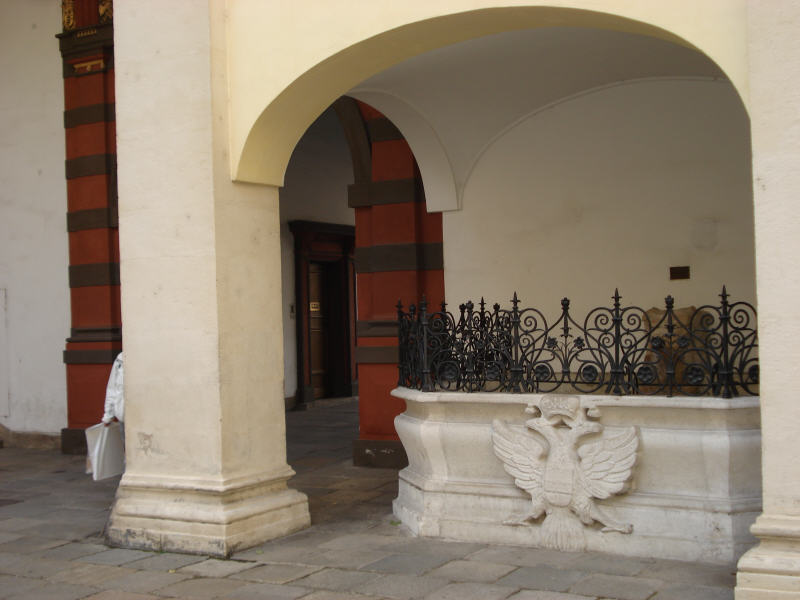
Schweizerhofbrunnen 1552, Kaiseradler von Karl V., Pietro Solari
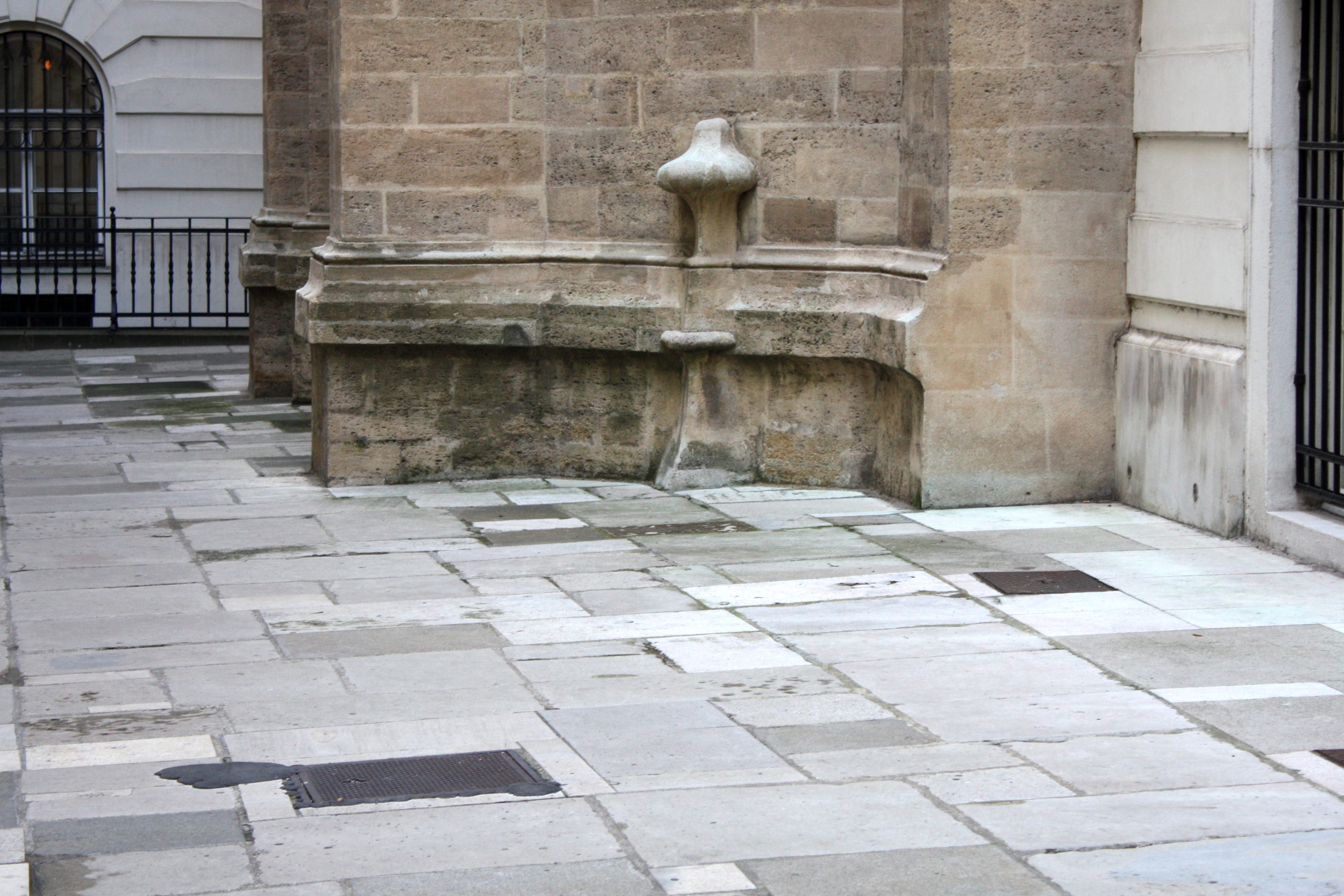
Bodenplatten nebst Hofburgkapelle meist Kaiserstein

Mit Erlaubnis des Abtes Konrad Schmid vom Stift Heiligenkreuz eröffneten welsche, italienisch-schweizerische Steinmetzmeister im Jahre 1551/1552 die ersten Steinbrüche. Dem steht die Feststellung des kaiserlichen Hofbauschreibers beim Fasangartengebäude entgegen, er schreibt von Ihro „kayserlichen Majestät Steinbruch am Leithaberg“, im Hofkammerarchiv zu studieren.

## Kaiserstein für die Stände des Erzherzogtums Österreich unter der Enns

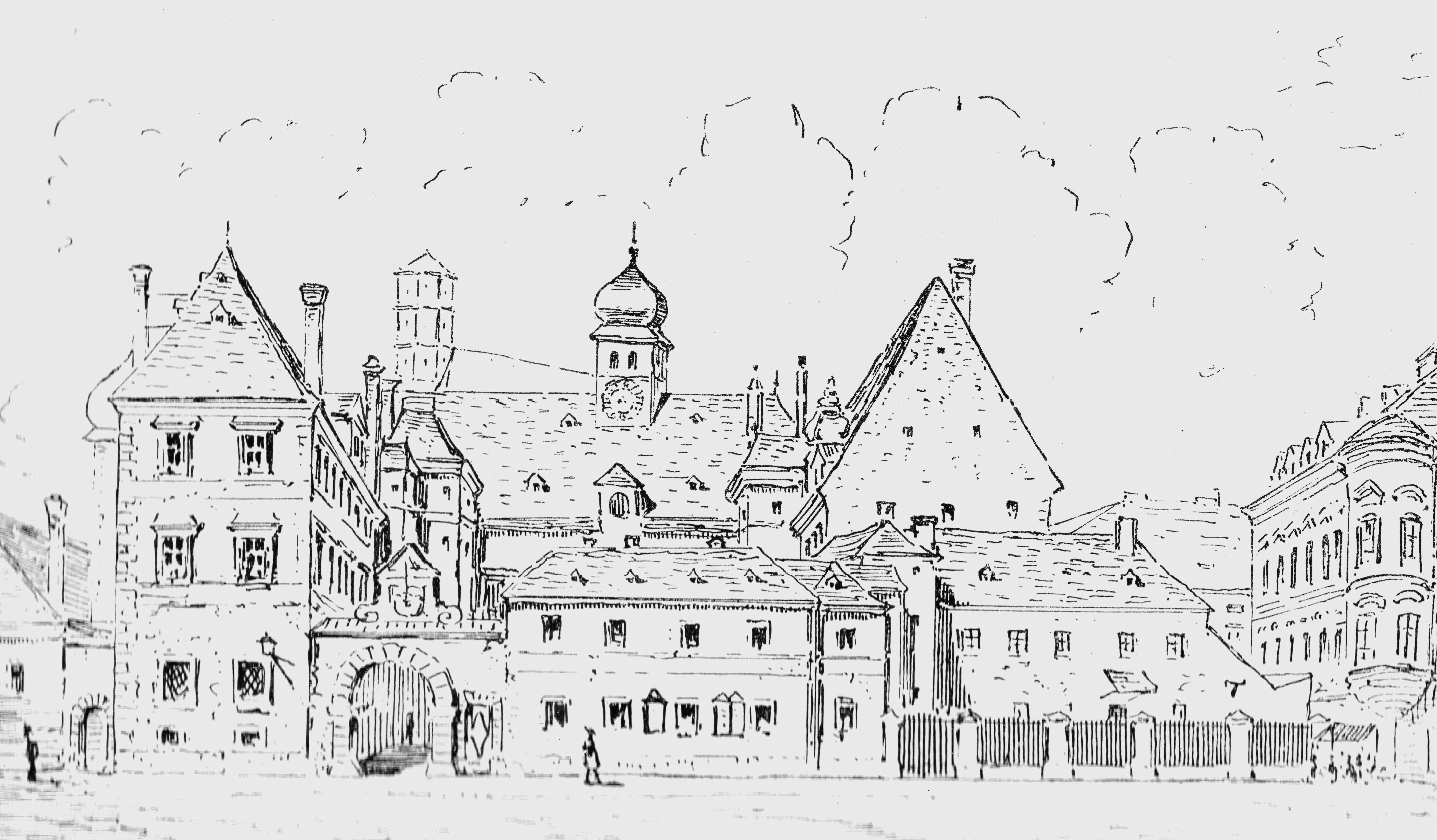
NÖ Landhaus vor 1838
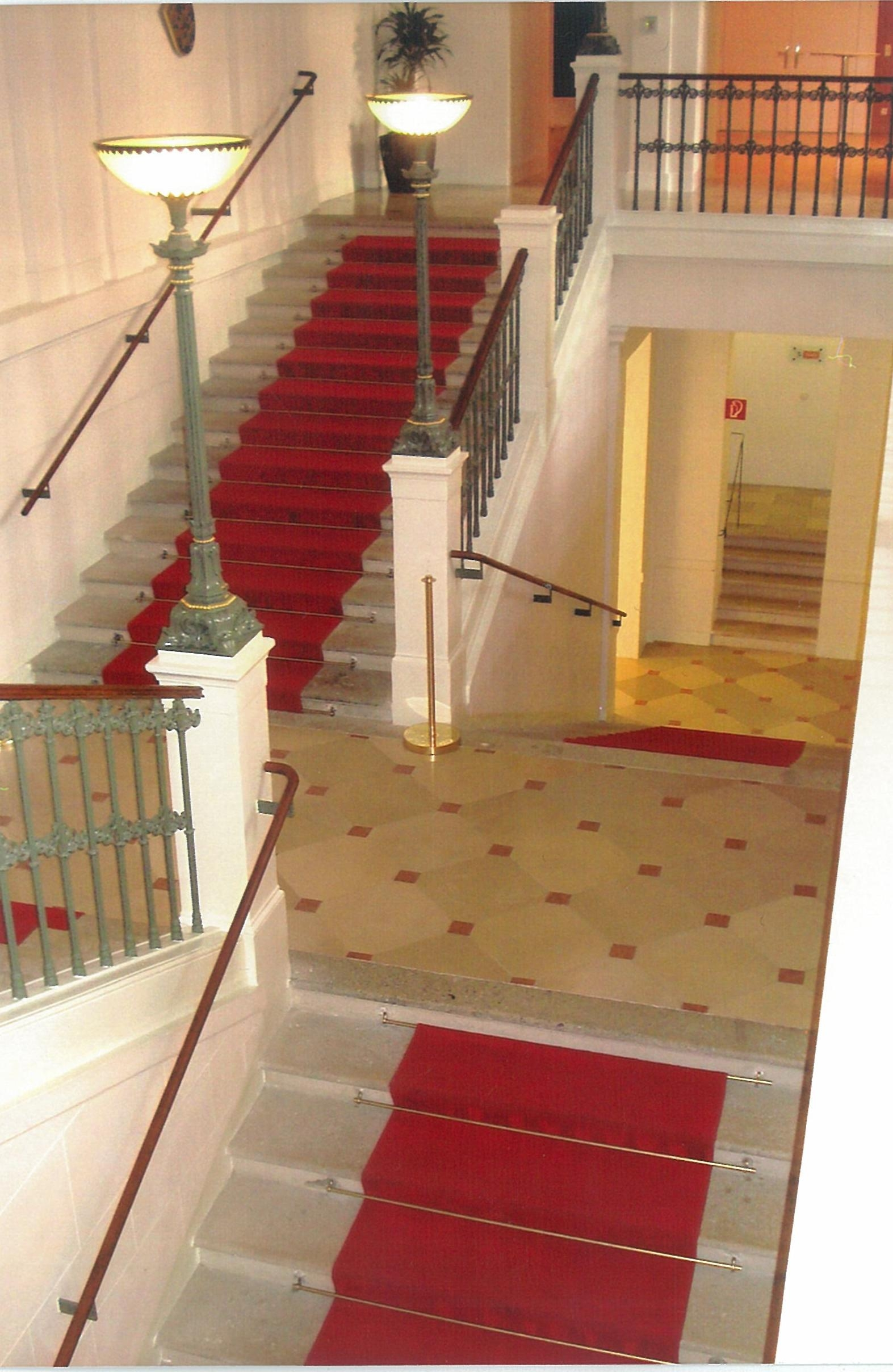
Verordneten-Stiege

Die Stände des Erzherzogtums Österreich unter der Enns kauften 1513 das „Liechtenstein’sche Haus“, Mitte des 16. Jahrhunderts besorgten sie die Steine selbst, unter anderem Burgschleinitzer Stein, heute Zogelsdorfer Stein genannt, und für die Stiege zur Verordnetenstube stiegenstaffel von hartem stain vom Leythaberg, also harten Kaiserstein aus Kaisersteinbruch, schrieb Hans Saphoy, Dombaumeister zu St. Stephan in einer Rechnung. Diese Stufen präsentieren sich heute, als wären sie erst gestern eingebaut worden.

## Kaiserstein für Schloss Königshof in Kaisersteinbruch von der Renaissance zum Barockschloss
Das Schloss Königshof in Kaisersteinbruch, also in der Großgemeinde Bruckneudorf gelegen, aber auch nahe bei Wilfleinsdorf, wird in der Kunstgeschichte als Barockschloss gesehen. Die Eigentümerin Frau Sabine Schoeller-Lamberty, in der Region als „die Gräfin“ bezeichnet, lässt im Einvernehmen mit dem Bundesdenkmalamt Burgenland Grabungen durchführen, die barocke Schichte (das großflächige Steinpflaster) ist offenkundig, aber es geht weiter in ältere Renaissance Schichten. Hier ist „alles, soweit das Auge reicht“ vom harten Kaiserstein bestimmt. Die Arbeiten werden wissenschaftlich begleitet, eine Studie soll entstehen.

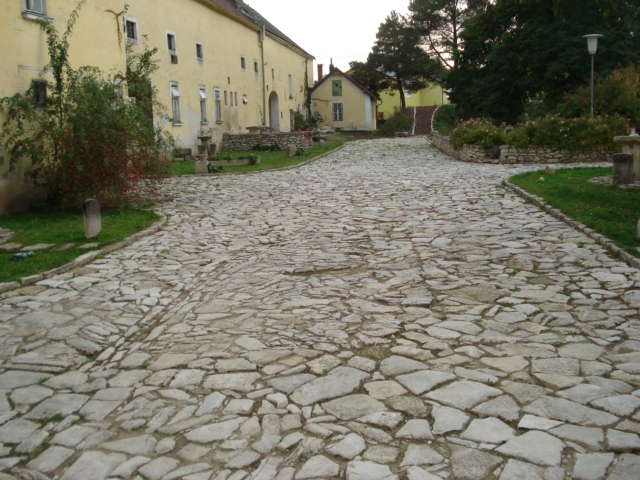
Freigelegtes Pflaster an der Innenfront des Gebäudes
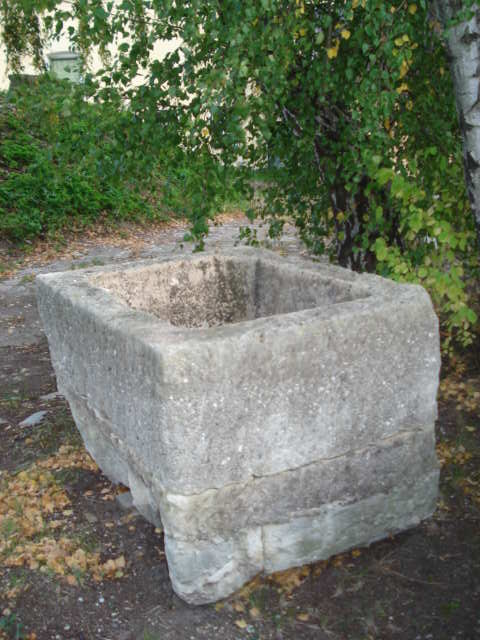
Steintrog
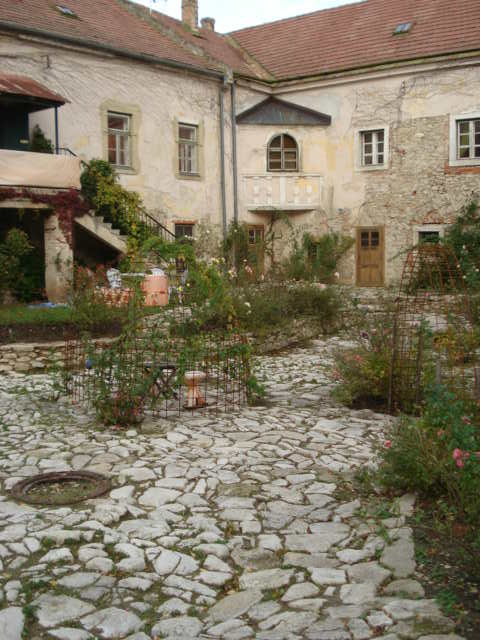
Hof mit barocker Pflasterung, Stiege, Altane
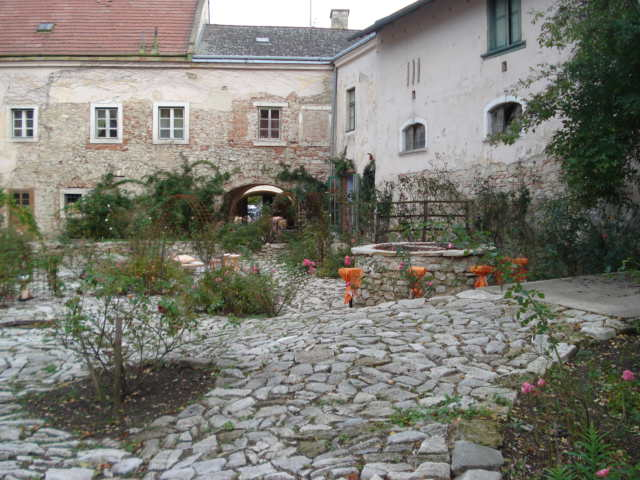
Innenhof mit alten Fahrtrillen, sehen und spüren
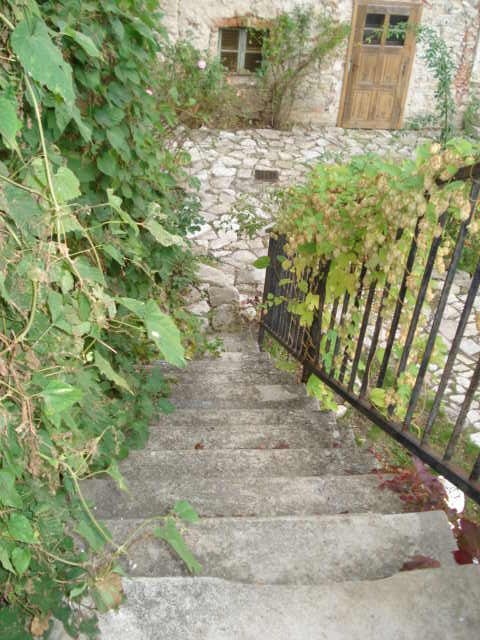
Außenstiege aus der Bauzeit
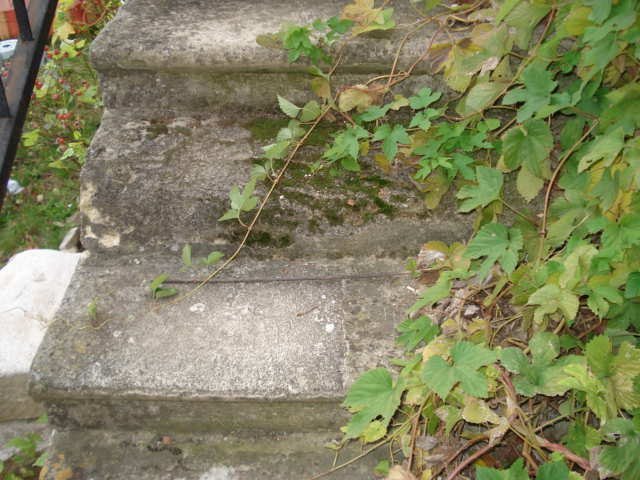
Stufen dieser Stiege
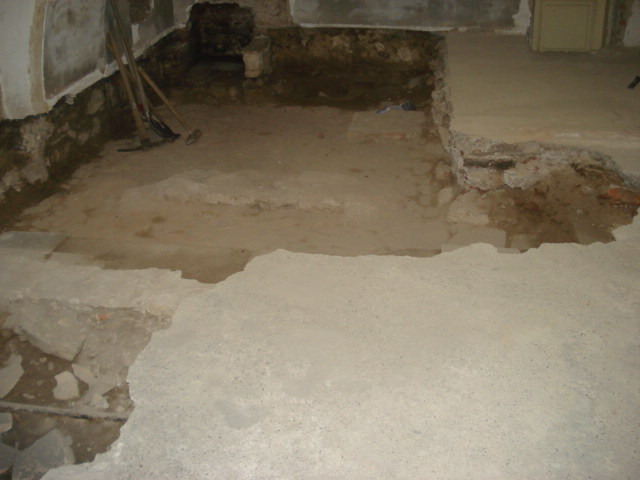
Derzeit tiefste Grabungen reichen bis zum Renaissancegebäude

## Kaiserstein für die Neubefestigungen in Wien in „Italienischer Befestigungsmanier“

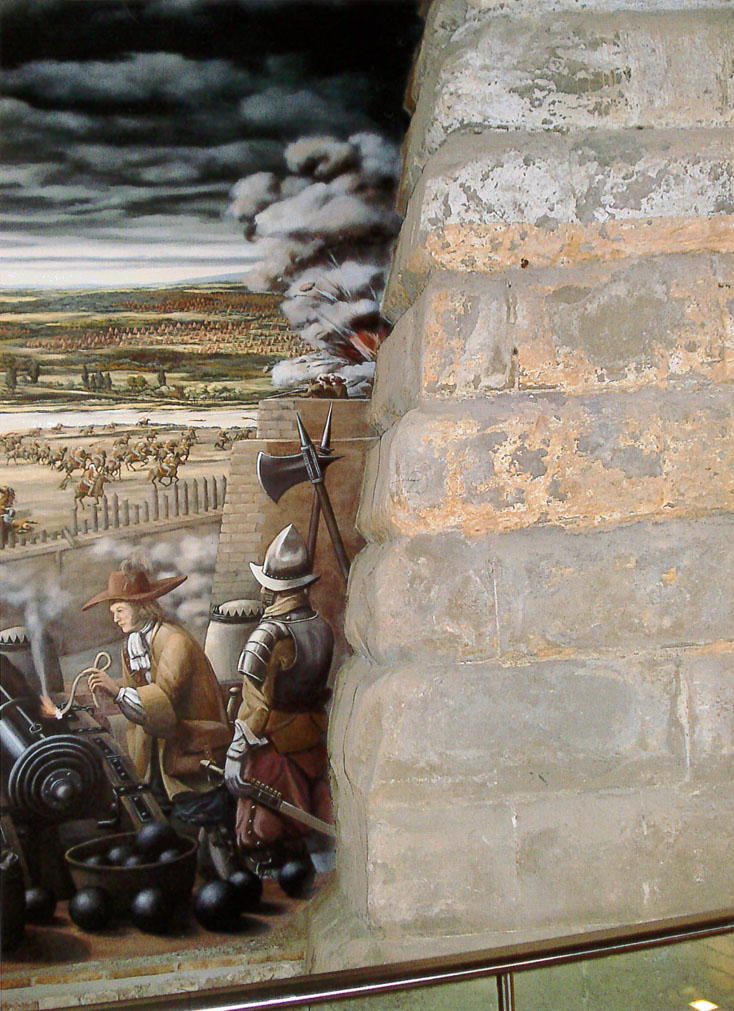
Coburgbastei
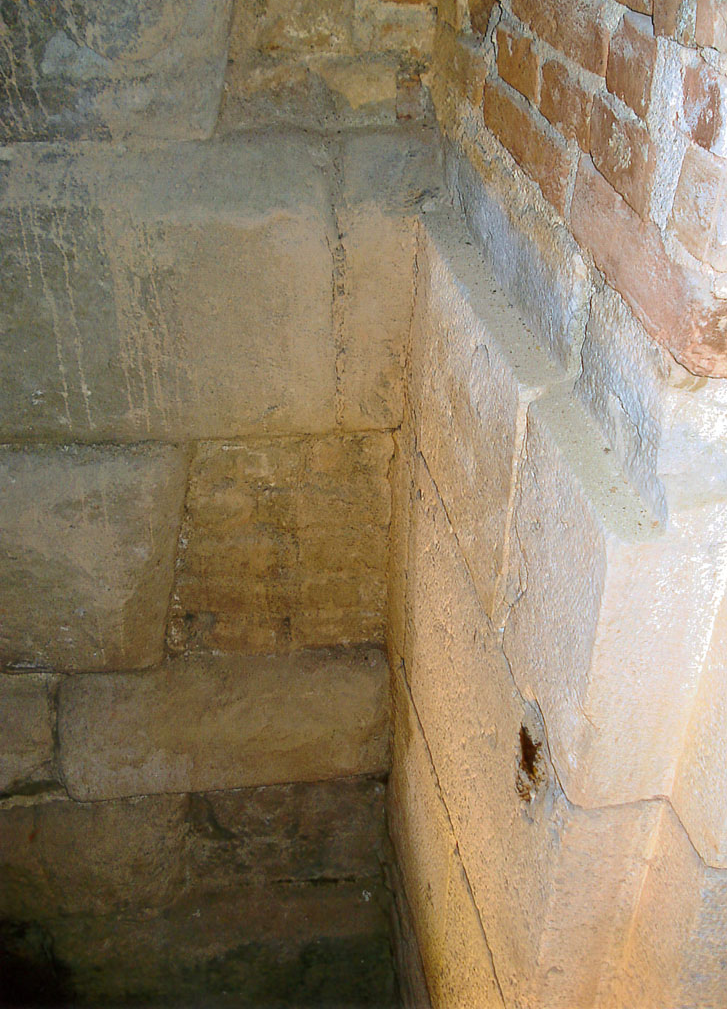
Im ehem. Palais Coburg

Nach dem Schock der Türkenbelagerung 1529 wurde Material für Befestigungsbauten benötigt. (Wien, Győr, Pressburg, Wiener Neustadt, …) Der hier an Ungarns Grenze, am Leithagebirge gefundene harte Kalkstein war dafür besonders geeignet. Der Stein, mit einer Farbgebung von weiß bis ocker – oft mit blauen Farbschlüssen – offenbarte seine Qualität bei der Renaissance- und Barockarchitektur. In seiner dichtesten Form war er Marmor gleichwertig.
Die mittelalterlichen Stadtmauern wurden erneuert. Mitte des 16. Jahrhunderts erfolgen die Neubefestigungen in Italienischer Befestigungsmanier, bei der sternförmig angeordnete Bastionen (in Wien: Basteien) durch Wälle miteinander verbunden werden.
Der deutsche Steinmetz Bonifaz Wohlmut verbrachte seine Lehrzeit und die ersten Jahre seiner Tätigkeit als Architekt in Wien, wo man ihn auch als Bürger 1543 registrierte. Am Wiener Hof, unter Röm. König Ferdinand I., betraute man ihn mit Arbeiten am Stephansdom, der Hofburg und den Stadtbefestigungen.
Er verwendete das Wissen von Baufachleuten in der italienischen Befestigungsmanier, z. B. den Baumeistern Domenico dell’Allio, Francesco de Pozzo, sie wussten um die Bedeutung des harten Steines vom Leithaberg und haben mit ihm gearbeitet.

## Kaiserstein für den Römisch-deutschen Kaiser Maximilian II. im Schloss Neugebäude
Mit dem Bau des „Fasangartengebäudes“ hängt ursächlich der Beginn der schriftlich dokumentierten Geschichte des „Steinbruchs am Leithaberg“ zusammen. Kaiser Maximilian II. ließ mit dem Schloss Neugebäude ein neues Lustschloss erbauen, das 1568–1575 als ein Gesamtkunstwerk von höchstem Rang, das in einzigartiger Kombination alle für die Renaissance bedeutsamen Ideen und Funktionen wie Lustgarten, „Villa suburbana“ (in der Nähe der Stadt gelegen), „Belvedere“ (Ort von dem man eine schöne Aussicht hat) in einer Anlage vereinte.

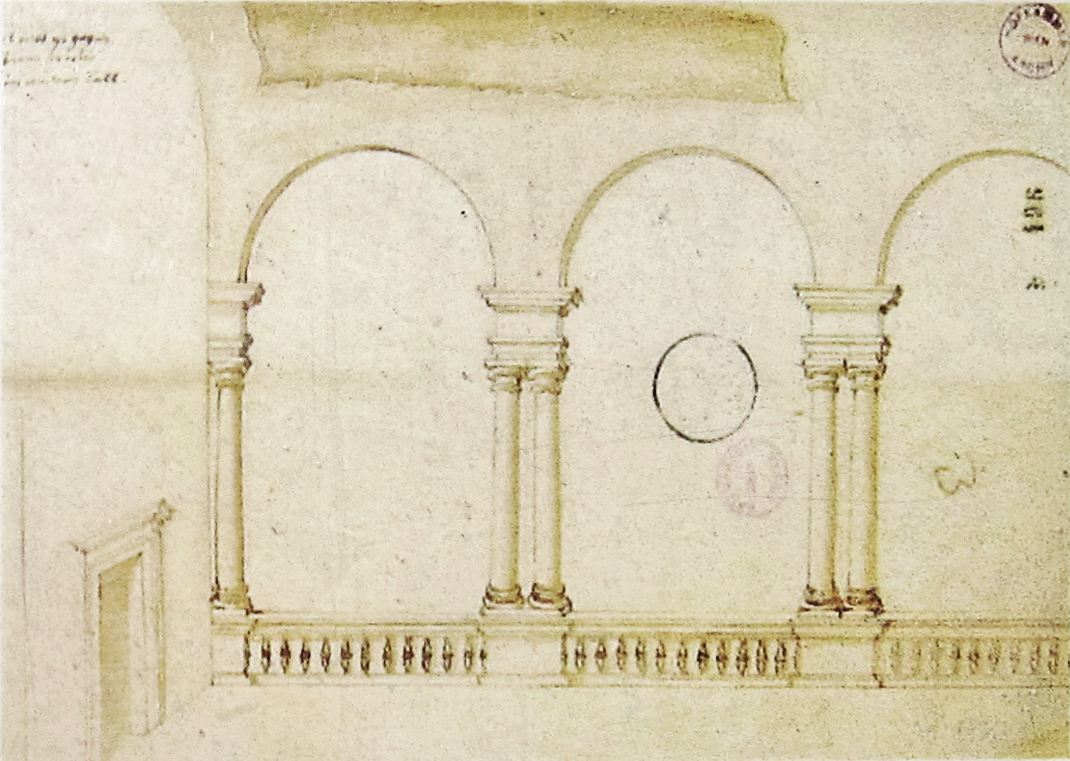
Bauaufnahme 1600/01
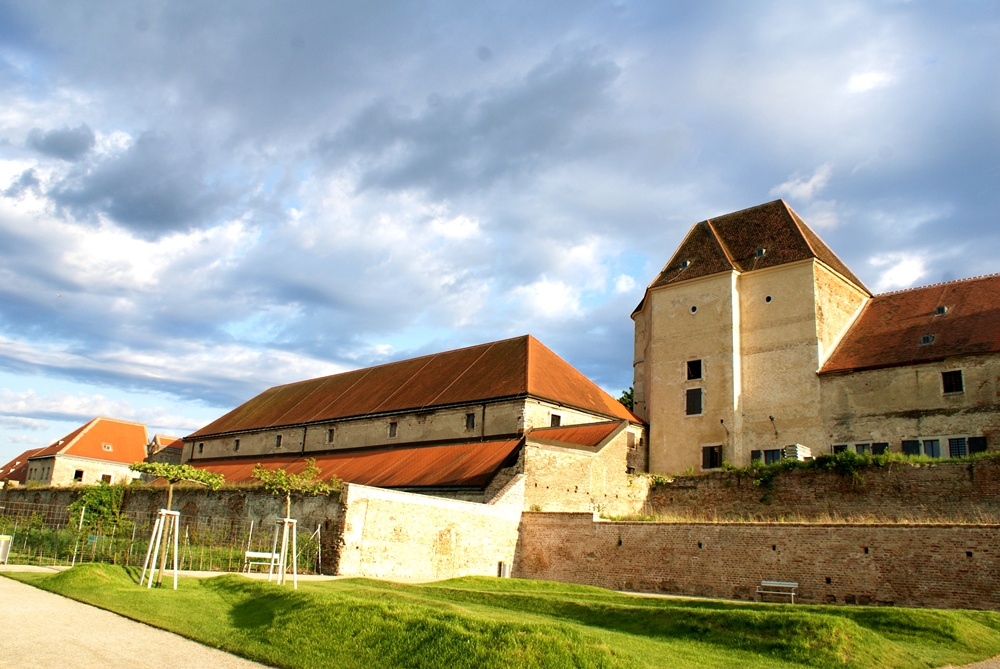
Schloss Neugebäude
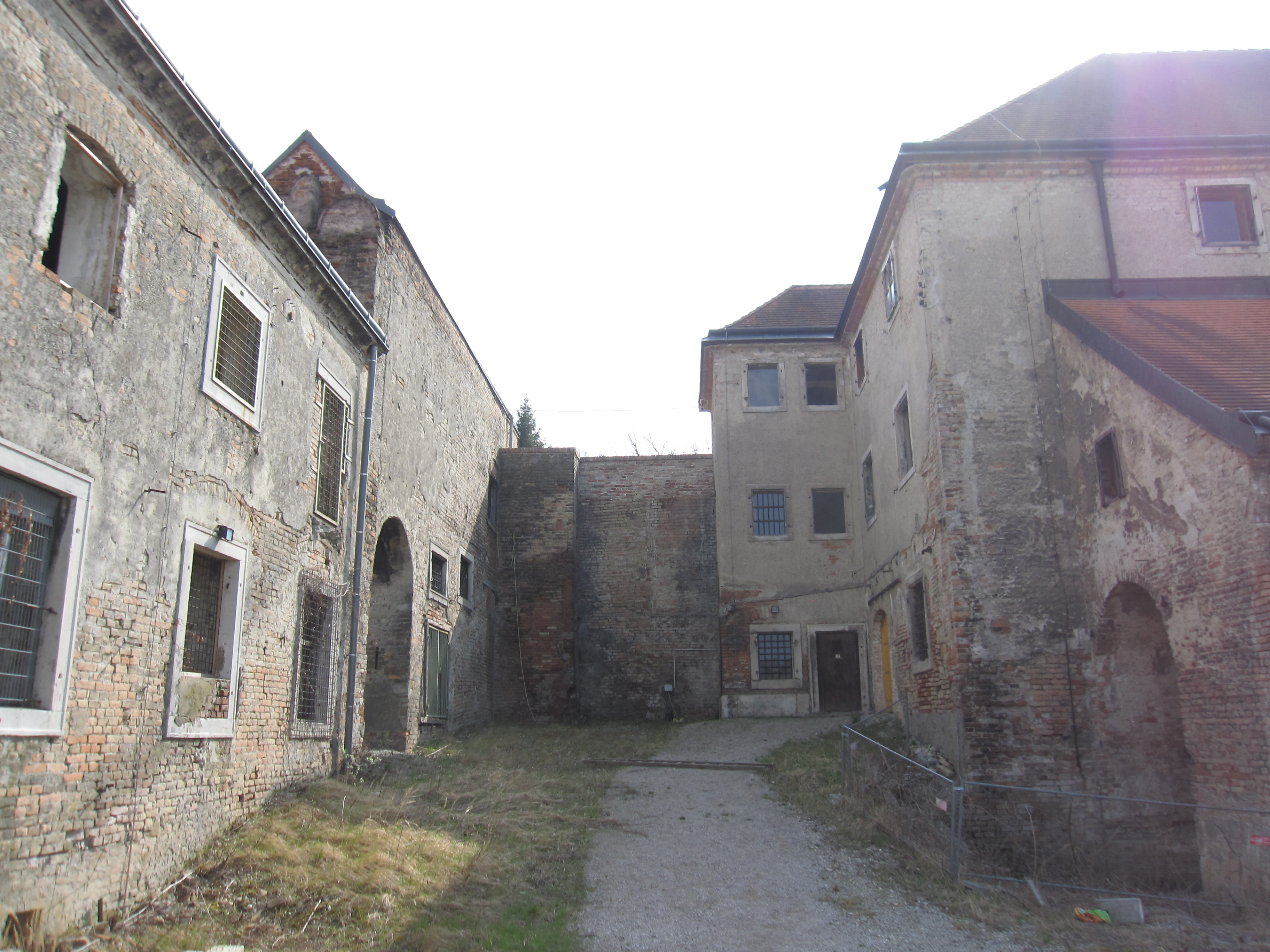
Tür- und Fenstergewände
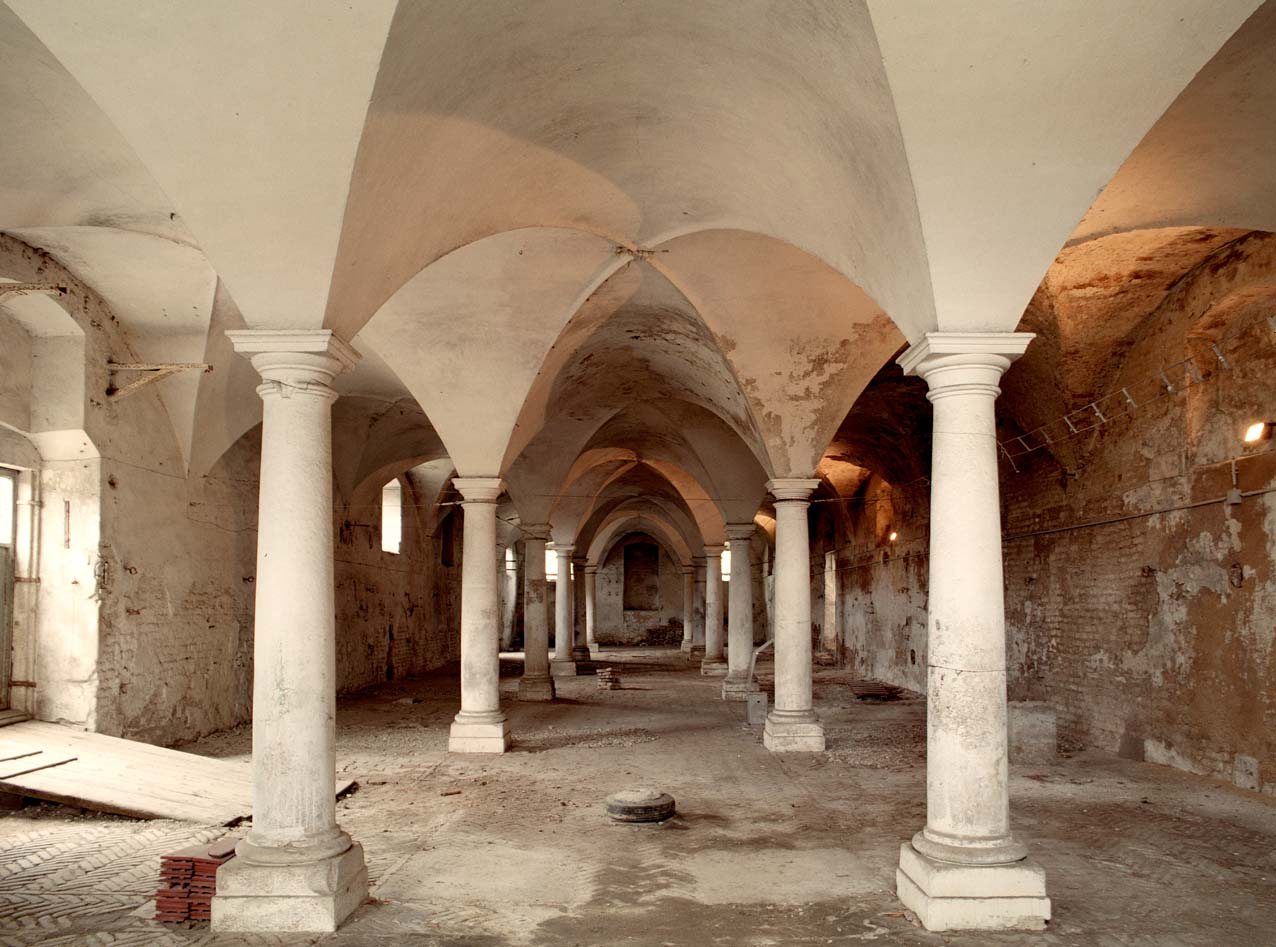
Säulen im Pferdestall
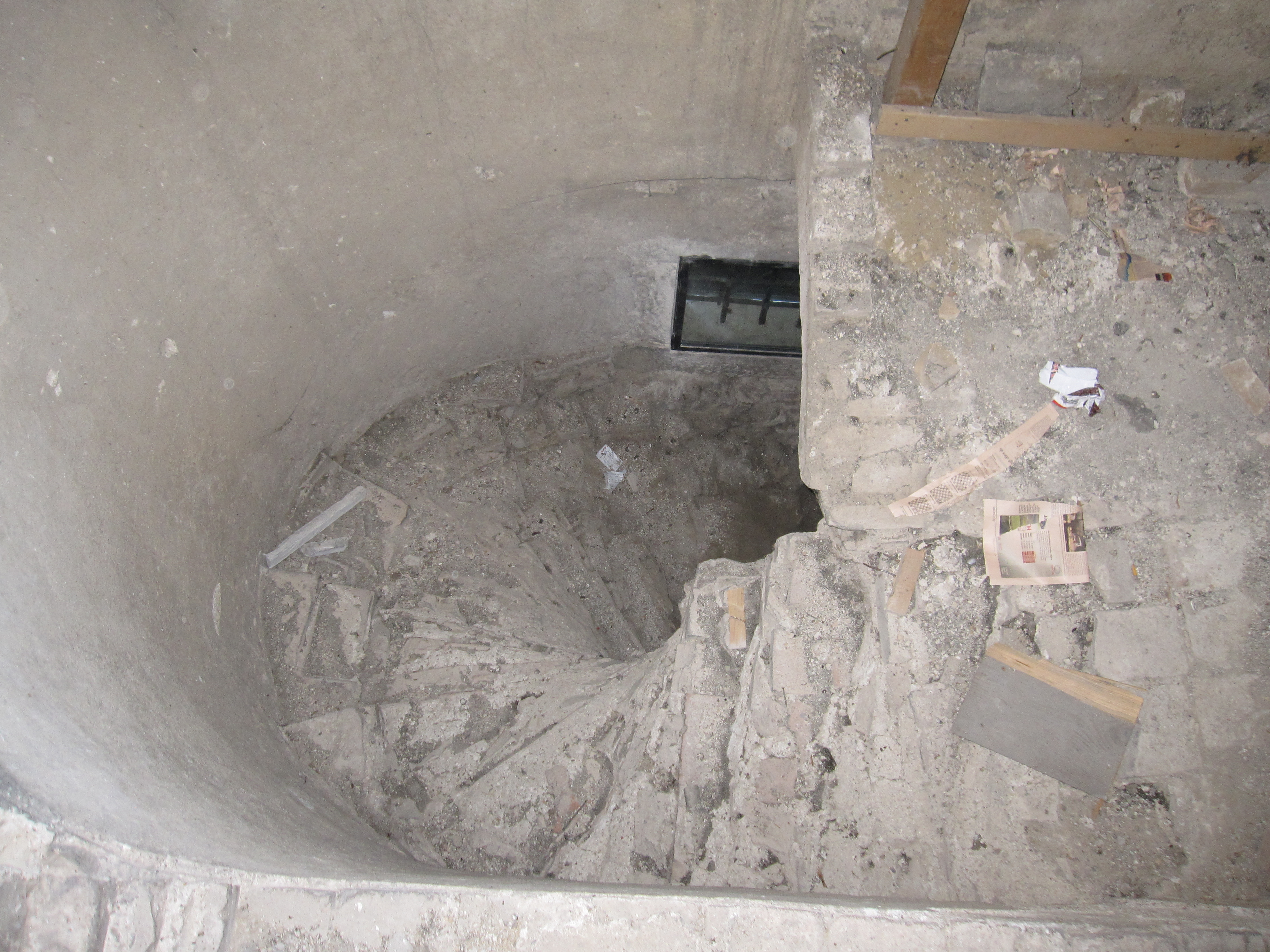
Schneckenstiege
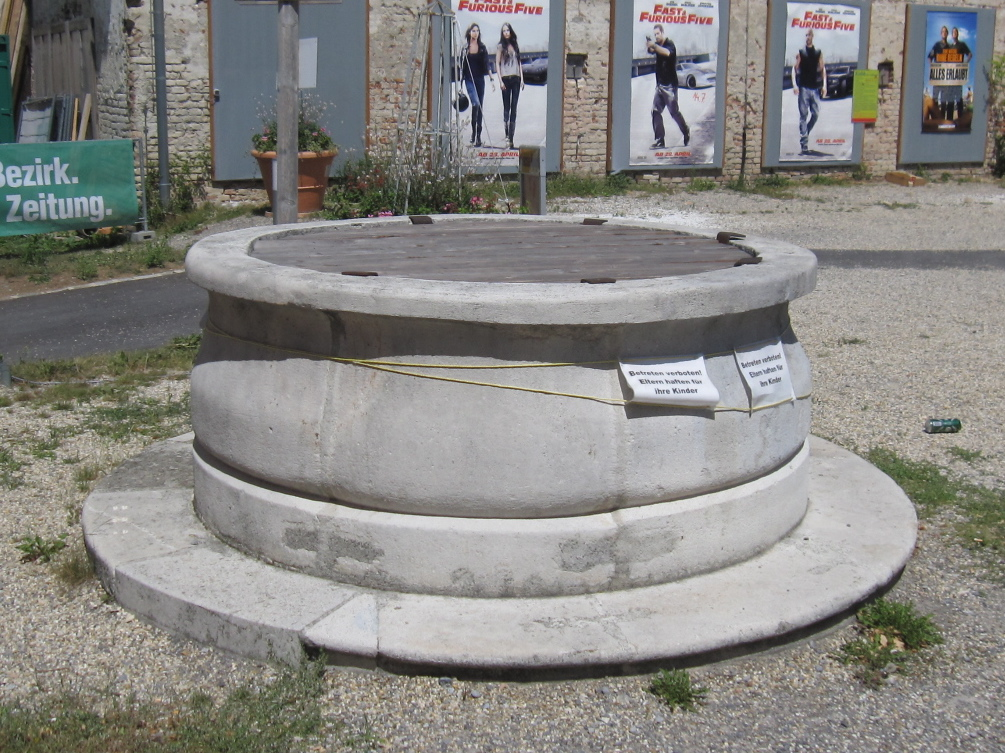
Brunnen um 1570

- 13. Juni 1576: Bauschreiber an Richter und Gemeinde zu Sommerein, Sarasdorf und Wilfleinsdorf – Wir geben Euch zu vernehmen, daß in dem „Steinbruch am Leithaberg“ etliche große Steinwerk gehaut worden, die man zu dem Röm. Kaysl. Majestät, unserem Allergnädigsten Herrn, Neuen Fasangartengebäude herauf führen solle … In Kaisersteinbruch arbeiteten die Steinmetzmeister Bartholomäus Pethan, Antonius Pozzo, dann auch Alexius, Elias Payos und Augustin Rigobello, u. a. an den Säulen für die westliche Galerie.
- 12. Oktober 1576: durch den frühen Tod des Bauherrn Kaiser Maximilian II. verlor die unvollendete Anlage ihre Bedeutung.
- 4. April 1579 erstmals wurde die Bezeichnung „Ihro kaysl. Majestät Steinbruch am Leythaberg“ verwendet, als „Kaisersteinbruch“ bis heute gültig.
- 1579 wurden die Säulen der östlichen Galerie aus dem kaysl. Steinbruch geliefert.[9]
- In Restauratorenblättern 1979 wird über den Kaiserstein geschrieben: Mindestens die Säulen und die großen Werkstücke stammten aus Kaisersteinbruch, sind aber längst abgetragen. Die frühere Vermutung, dass diese Steine in der Schönbrunner Gloriette wieder verwendet wurden, wird immer mehr durch Archivalien und Belege abgedeckt. Im vollkommen abgeräumten und entstellten Schlossbau des Neugebäudes sind noch viele Tür- und Fenstergewände aus bestem Kaiserstein sehr gut erhalten. An einem Rundfenster wurde ein Steinmetzzeichen A gefunden. In einem Wirtschaftshof ist ein Nutzbrunnen mit schöner Einfassung aus Kaiserstein erhalten.

## Kaiserstein für das Wohnhaus in Penzing, in Kartusche bezeichnet 1578

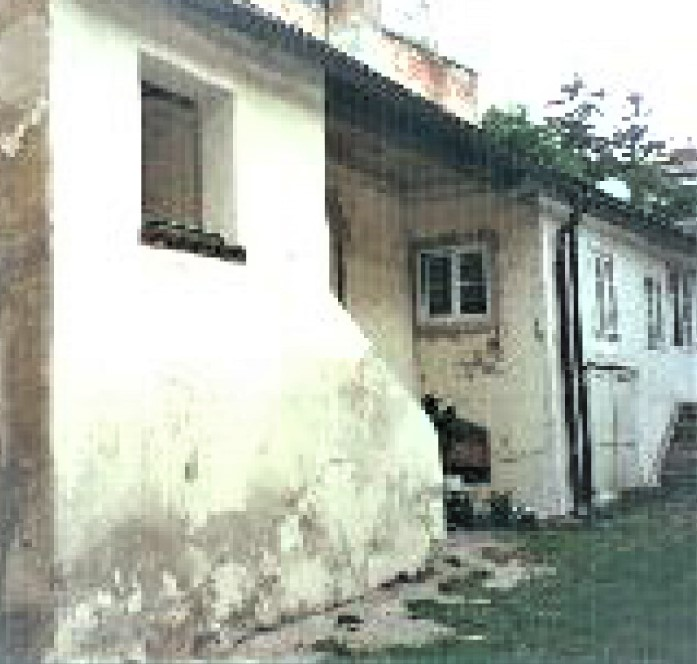
Im Innenhof
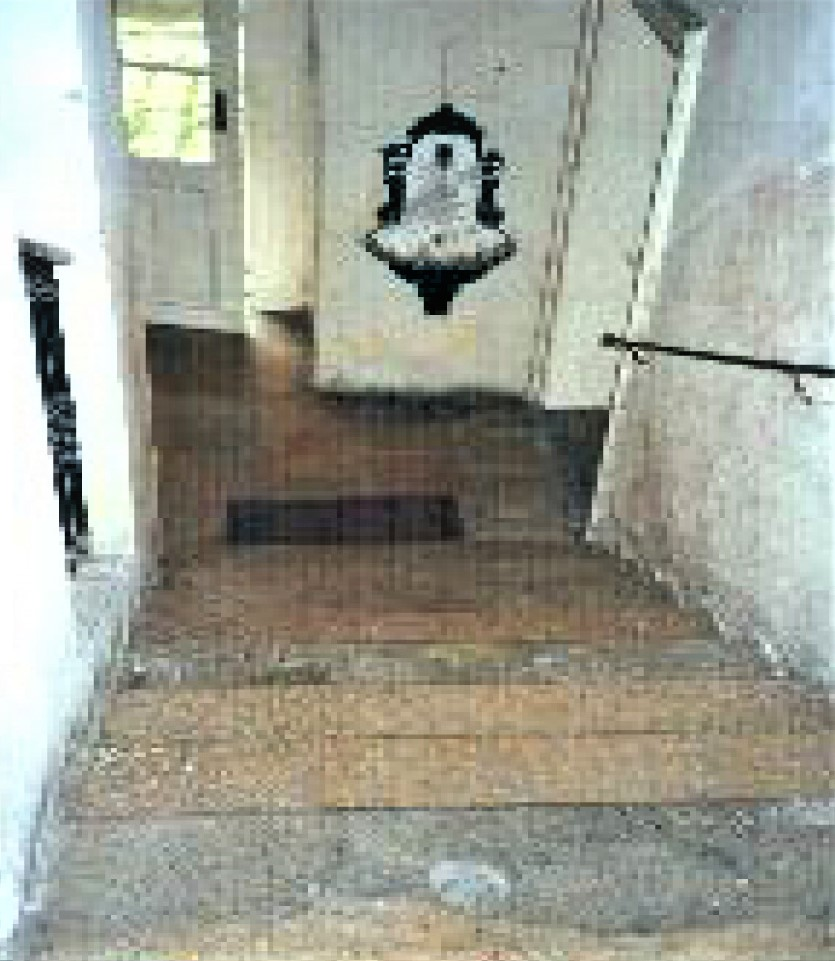
Zweipfeiler-Stiege mit Kaisersteinstufen

Der Kern des Hauses Penzinger Hauptstraße 56 stammt aus der 2. Hälfte des 16. Jahrhunderts, Mitte des 19. Jahrhunderts erfolgte die Aufstockung zur 3-geschoßigen Straßenfront und Fassadierung. In der Einfahrt links, durch eine Türe zur Zweipfeiler-Stiege mit Kaisersteinstufen. Im Obergeschoß Raumfolge mit Gewölben aus dem 16. Jahrhundert. In straßenseitigem Raum mit Netzrippenauflagen, in einer Kartusche ist 1578 bezeichnet.

## Kaiserstein für den Gasthausgartenbrunnen im Stift Heiligenkreuz
Unter Abt Ulrich Müller wurde 1584 der Brunnen im Gasthausgarten des Stiftes geschaffen. Der abgebildete Teil mit Masken, Deckplatte usw. ist original erhalten und besteht aus Kaiserstein. Säule und Medaillon wurden dazugegeben.

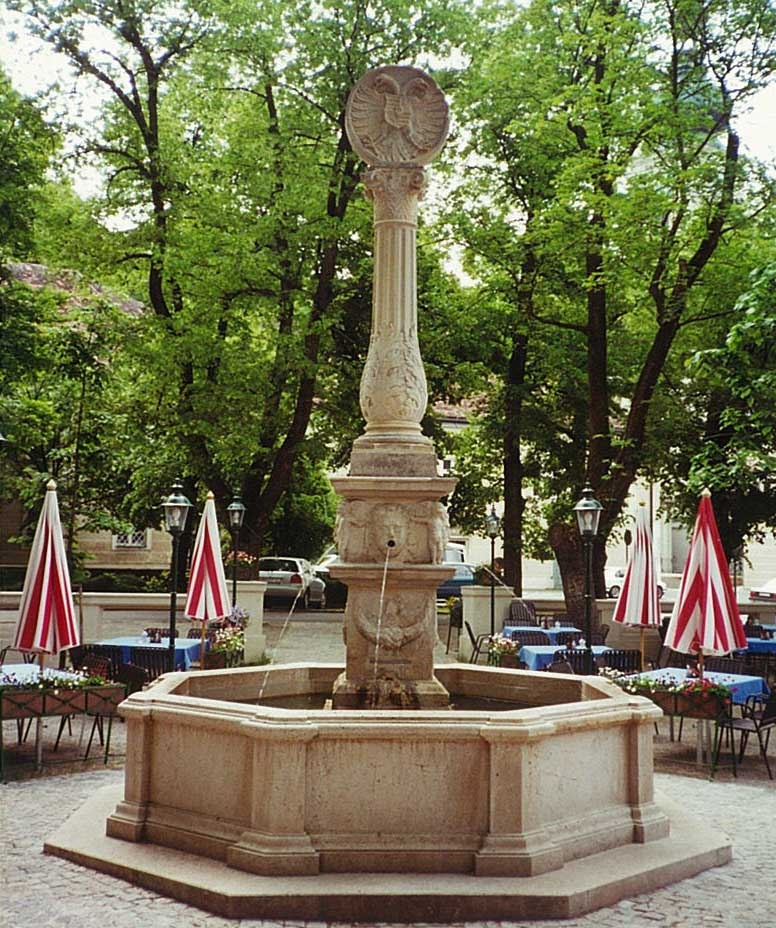
Gastgarten Brunnen 1584
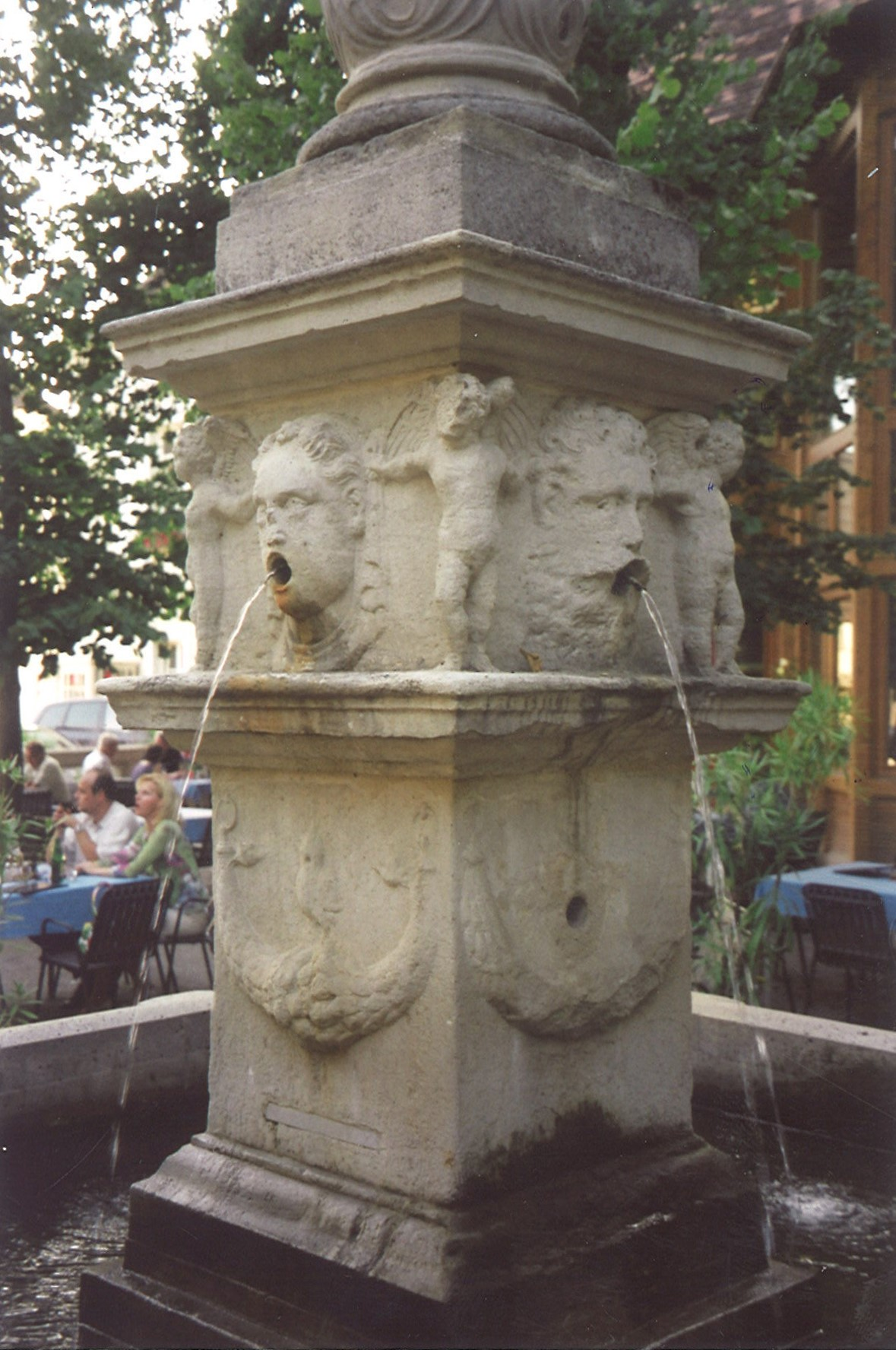
Detail

## Kaiserstein für den Heiligenkreuzer Hof in Wien, die Kirche in Trumau und die Königshofer Mühle
Dokumente im Stift Heiligenkreuzer Archiv vom Oktober 1587 belegen die Arbeiten zweier italienischer Steinmetzmeister vom Leithaberg und Heiligenkreuzer Untertanen, Alexius und Elias Payos.

### Heiligenkreuzer Hof, Kirche zu Trumau, Königshofer Mühle
Erstlichen im Stall zu Fenstern Stein geben, eines per 2 Taler … 16 fl 20 Kr
Item mehr im Stall 3 Türgericht gemacht … 14 fl
mehr 3 steinerne Creutz gemacht, wie augenscheinlich … 13 fl 30 Kr

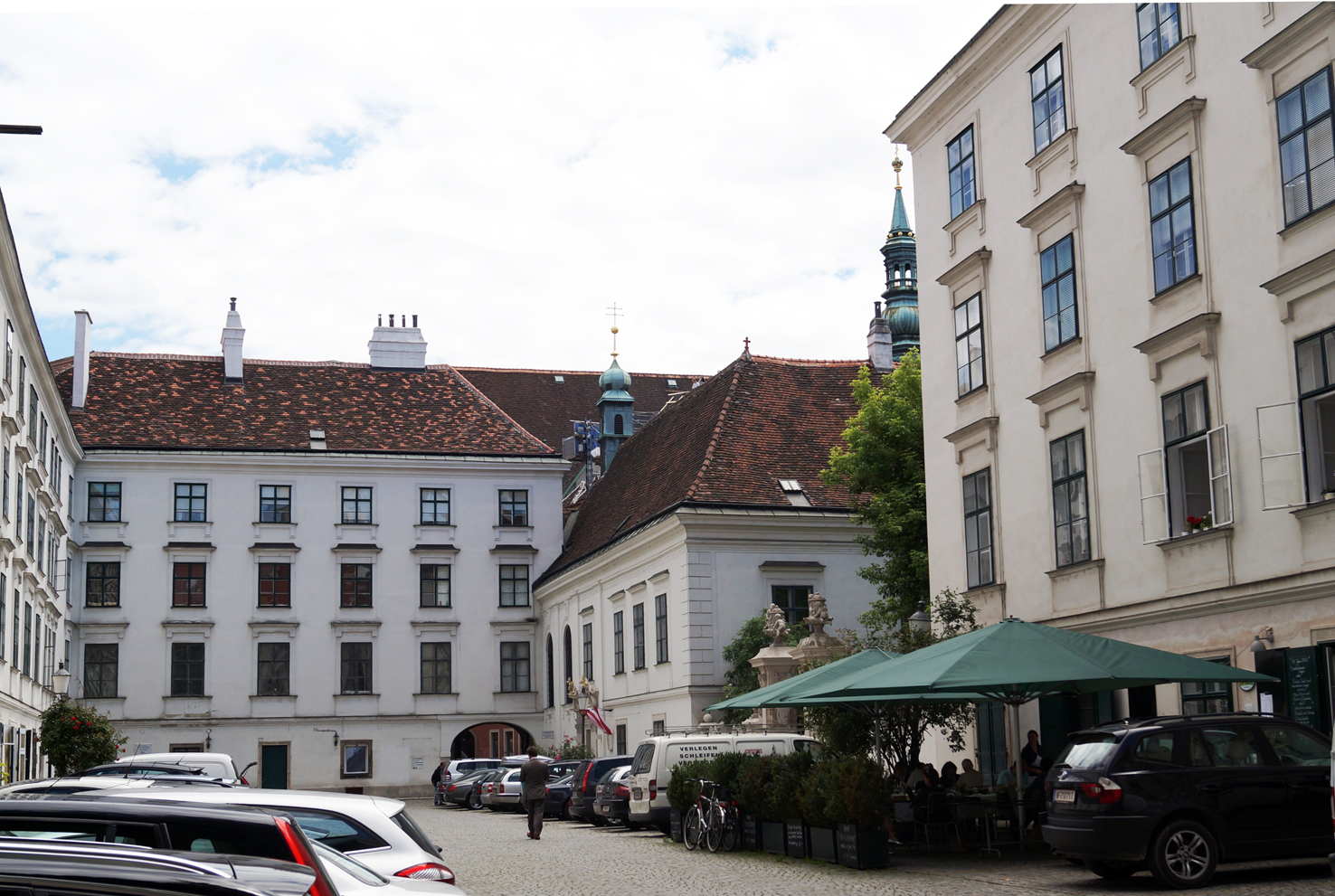
Heiligenkreuzer Hof
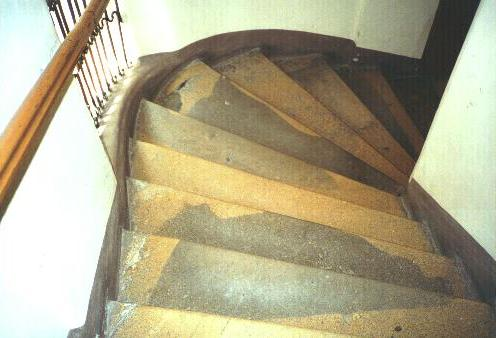
Barocke Stiege im Prälatenhof Kaiserstein
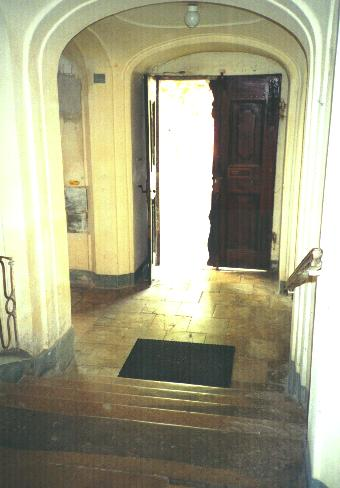
Stufen und Bodenplatten
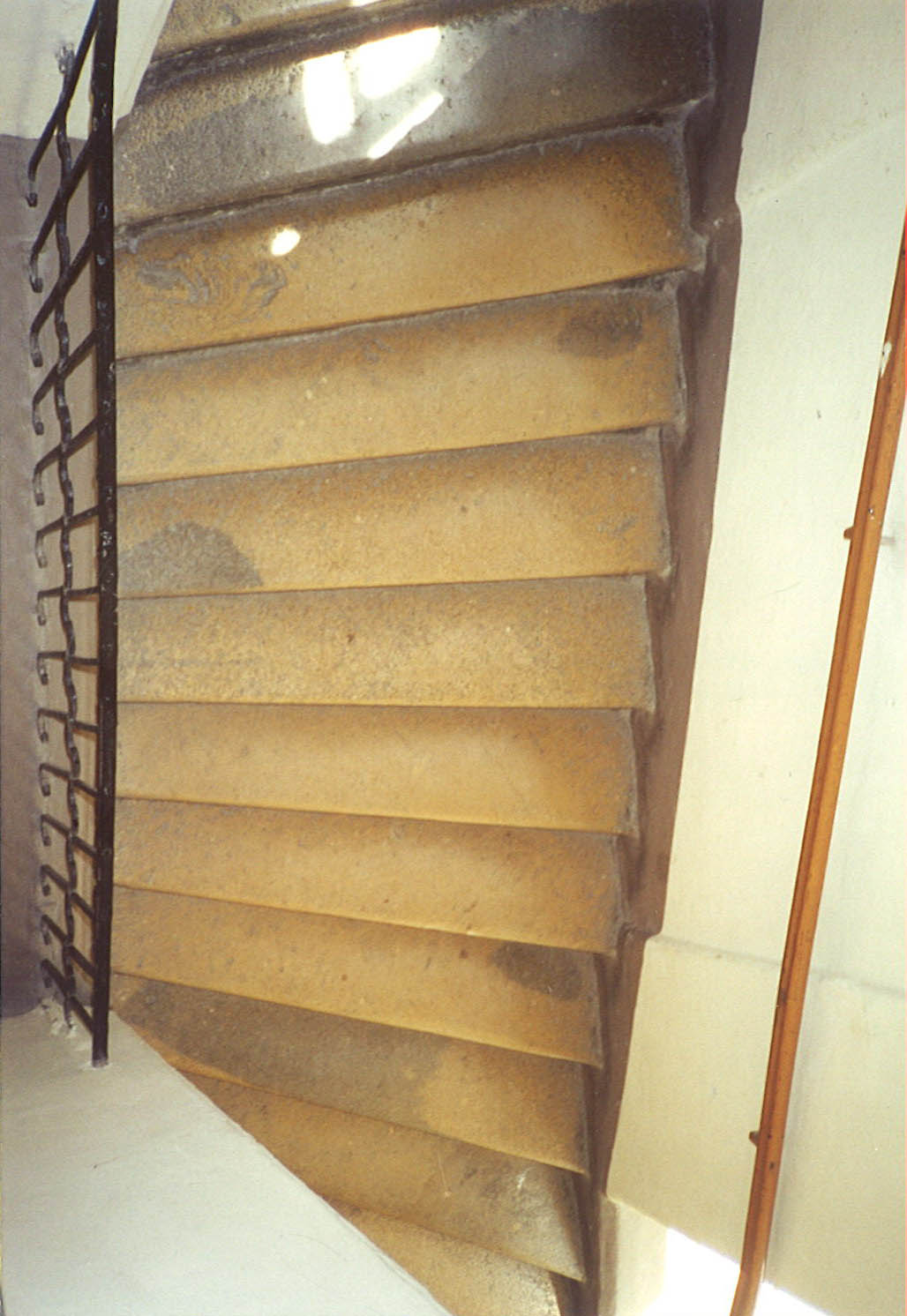
Von oben betrachtet
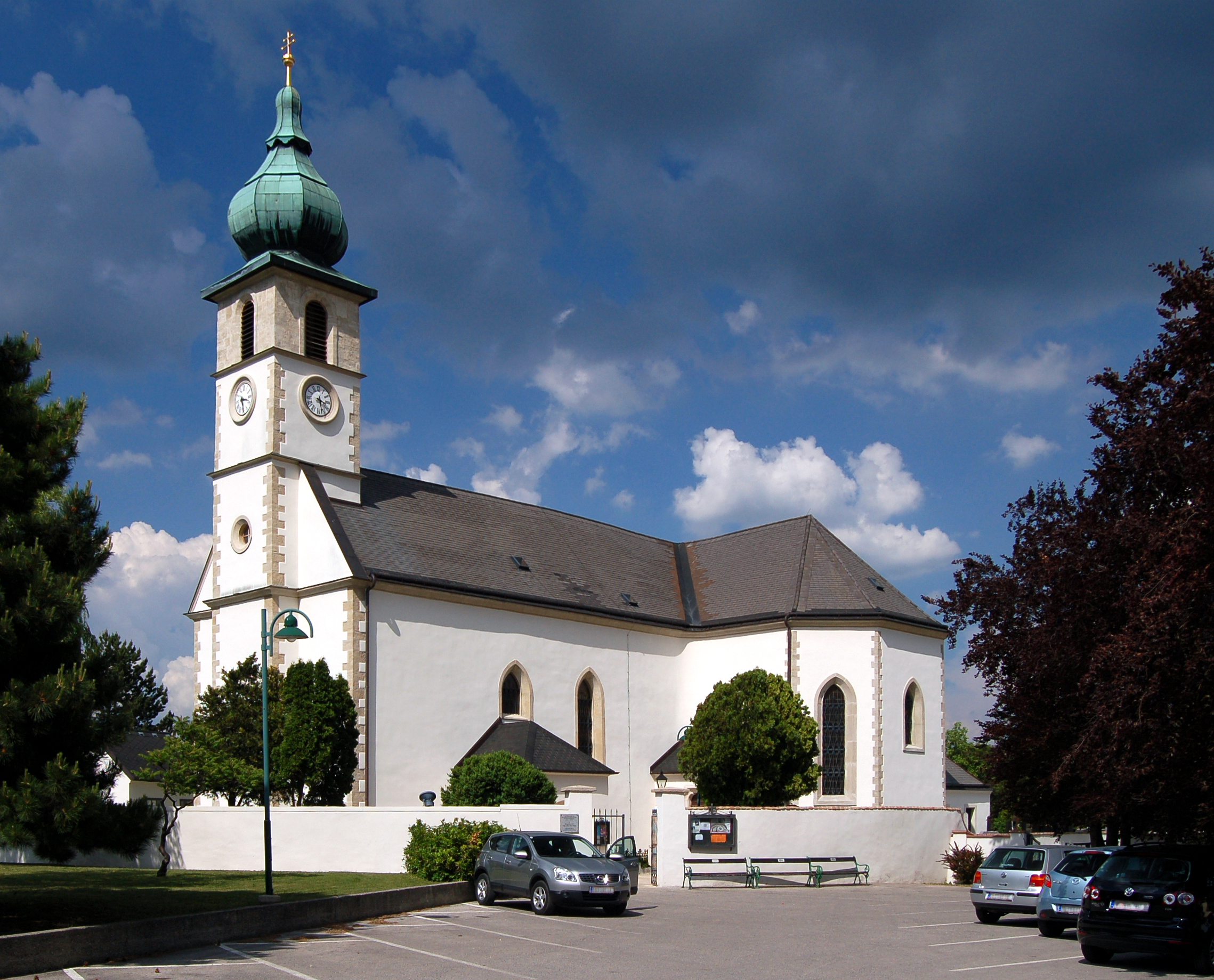
Kirche Trumau
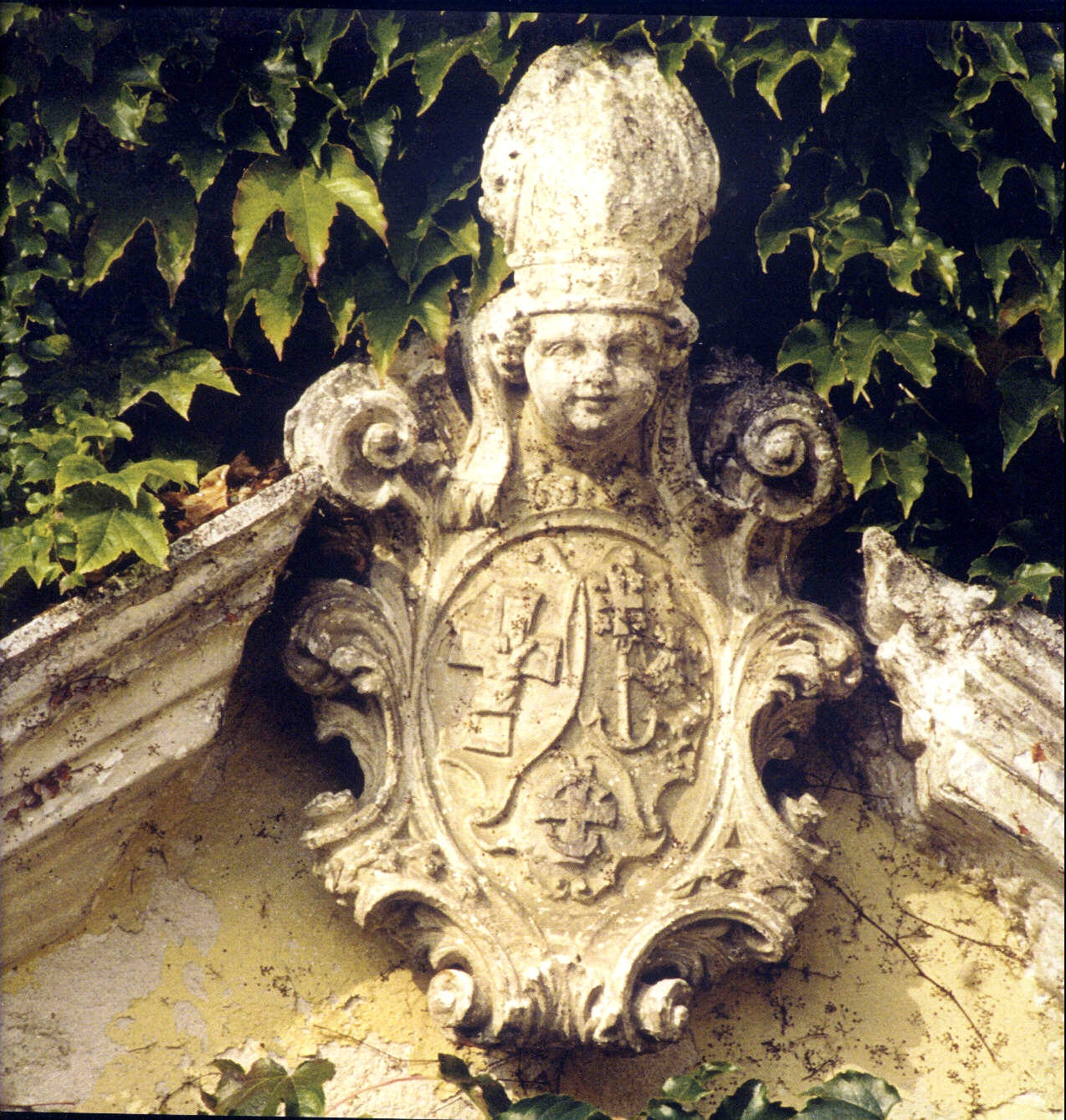
Abtwappen am Tor der Mühle

Ein Großteil des Hofs, die Kapelle und der Prälatenhof wurden jedoch im Barock demoliert und im Auftrag der Äbte des Klosters Heiligenkreuz von 1659 bis 1676 neu errichtet. Sein heutiges Aussehen erhielt der Hof erst nach weiteren Umbauten im 18. Jahrhundert.
Erstlichen habe ich Platten gegeben … 112 fl
mehr hab ich gegeben zum grossen Altar … 13 fl 40 Kr ….
mehr hab ich gegeben zum Daiffstein … 30 fl
mehr hab ich gegeben das Sakramenthäuschen … 18 fl
Steinmetzmeister Alexius Payos stellte am 5. Oktober 1587 folgende Rechnung:
Verzeichnis was er Meister für Stein auf der Mühle zu Königshof geben …
„Khuchl gwang“ grobe Stein, auch ein wenig in
Haußduer [Tor] und Fenster Stein,
neuer Stein und noch andere Stein, für das alles … 12 Gulden.
1621 wurde das Gut Königshof erneut Opfer feindlicher Kriegsscharen.

## Erdbeben von 1590, Kaiserstein für die Michaelerkirche, drei Wendeltreppen im Turm
Die Michaelerkirche war neben der Augustinerkirche die zweite Hofpfarrkirche der Habsburger.
Durch ein Erdbeben am 15./16. September 1590 (Epizentrum Neulengbach, NÖ.) wurde die Michaelerkirche (Einsturz der Turmkrone) schwer beschädigt. Rechnungsbücher und Akten geben Zeugnis über die Schäden und den Aufwand für ihre Beseitigung.
… bey St. Michael hat es den Kirchturm samt den Eisenstangen auf die Hälfte abgeworfen und sonst an der Kirche großen Schaden getan … Das Erdbeben und sein Schrecken wurden bald durch andere „Gottesstrafen“ abgelöst, den 1592 wieder begonnenen Türkenkrieg, als dessen Vorzeichen es von späteren Kommentatoren mehrfach gewertet wurde. Durch den Wiederaufbau bekam der Turm von St. Michael ein neues Erscheinungsbild.

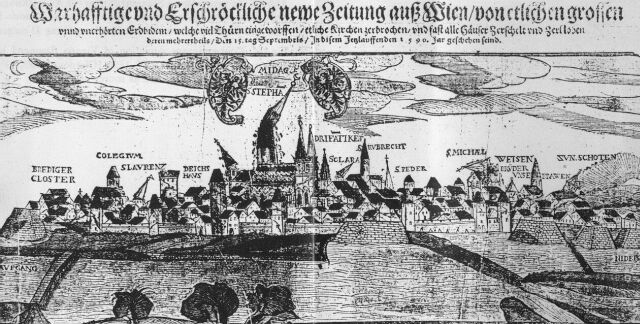
Beben 1590
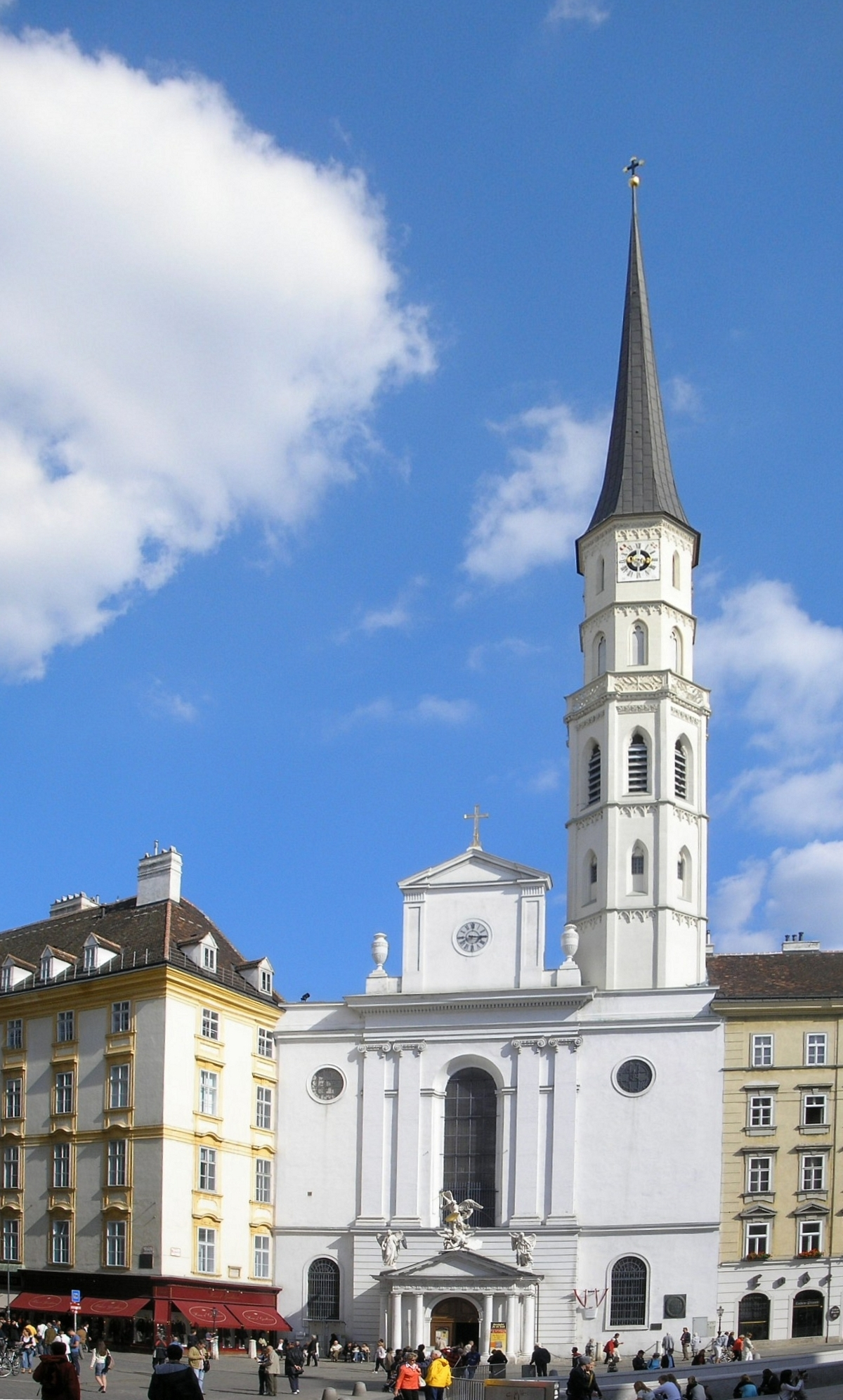
Michaelerkirche
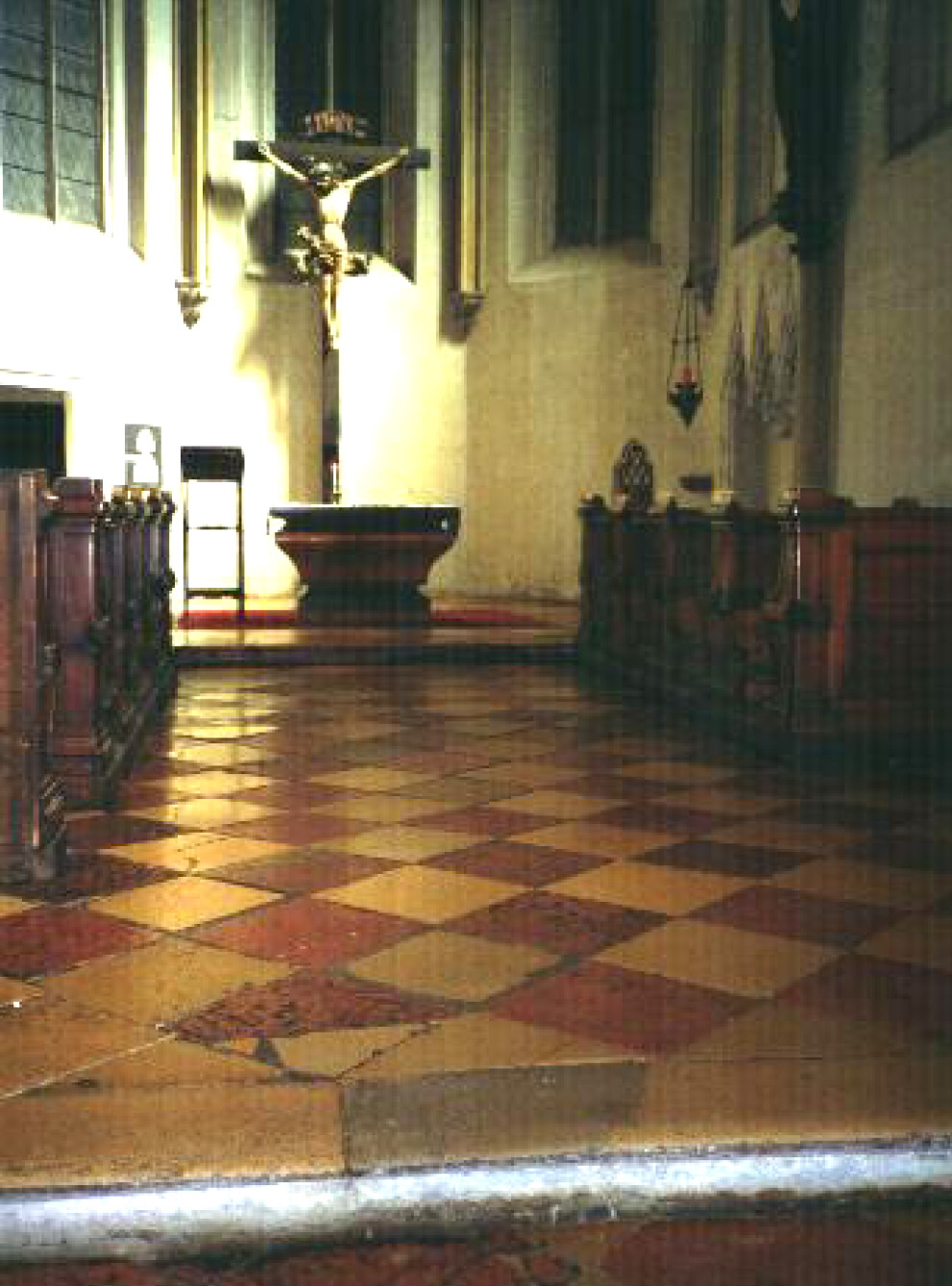
Altarstufe Kaiserstein
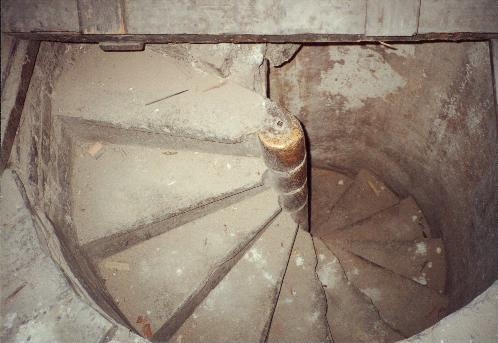
1. Wendeltreppe zum Turm, alle Kaiserstein
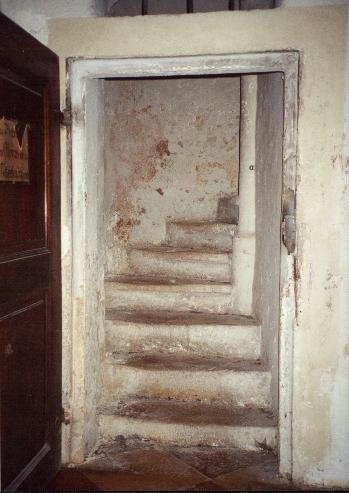
Darüber 1. Turmstiege
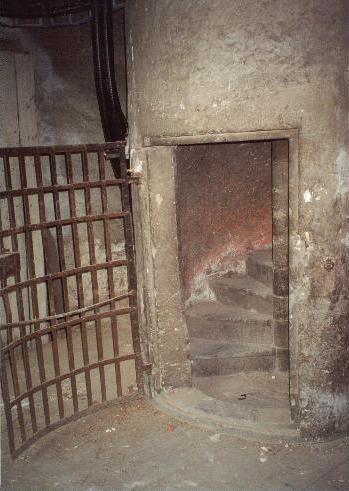
Darüber 2. Turmstiege
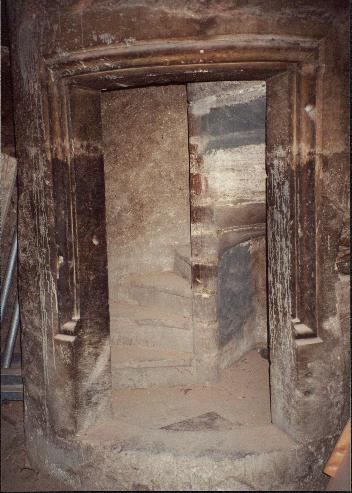
Darüber 3. Turmstiege

Die Stiegenstaffel der drei übereinander gelagerten Wendeltreppen im neuen Turm stammten aus dem kaiserlichen Steinbruch am Leithaberg. Der Schaden der Michaelerkirche wurde vom Geologen Alois Kieslinger, TU Wien, dokumentiert.

## Kaiserstein für Reichsgraf Karl von Harrach, das Schloss Rohrau

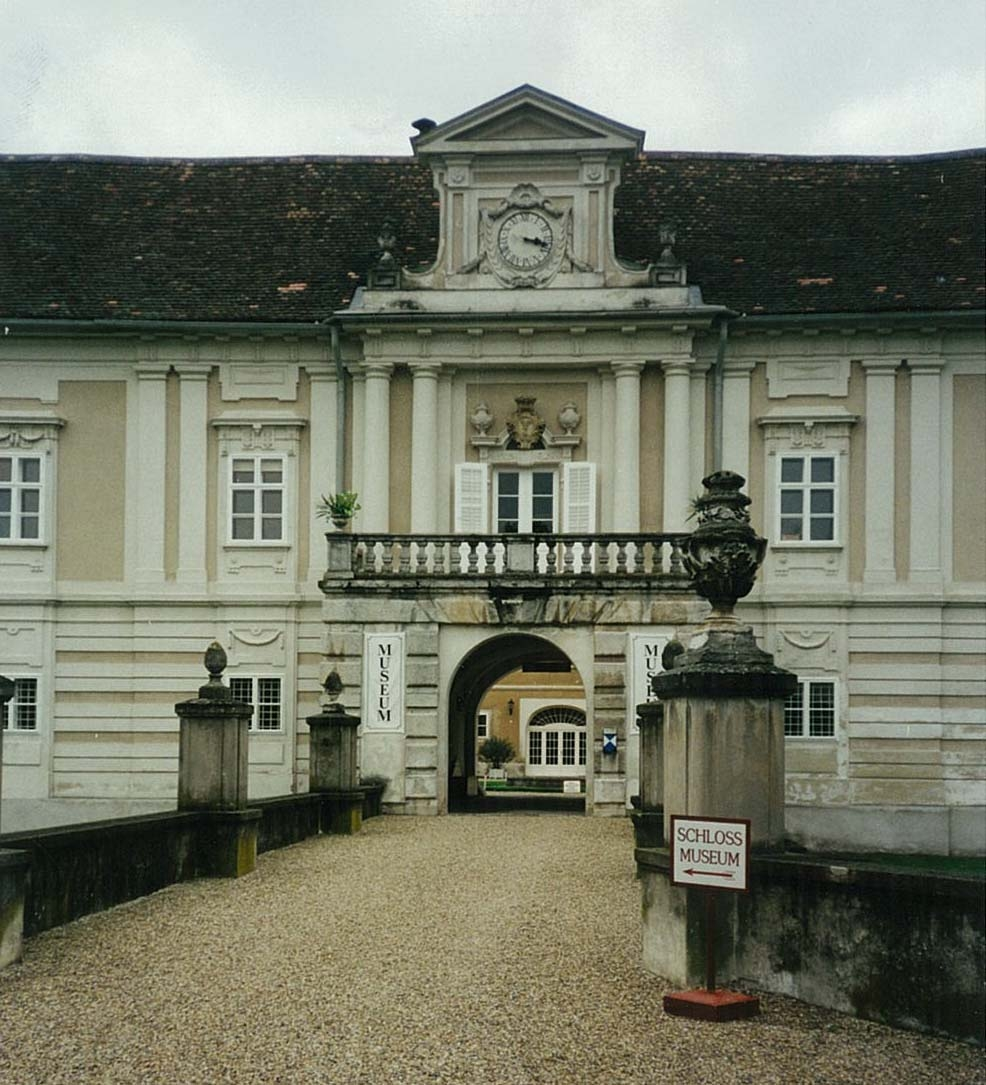
Schloss Rohrau
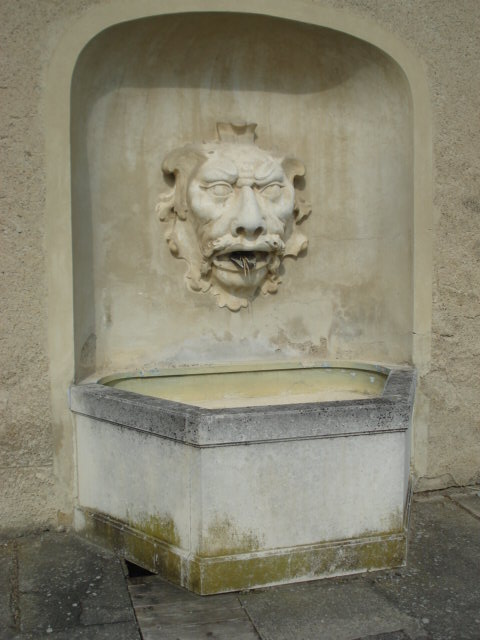
Maskaron, Brunnen

Das zu einem prächtigen Wasserschloss ausgebaute Rohrau wurde 1593 von den Türken schwer in Mitleidenschaft gezogen. Graf Karl Leonhard von Harrach veranlasste Restaurierungsarbeiten, hier wirkte der Steinmetzmeister Antonius Tencalla aus dem kayßerischen Steinbruch mit.
- 30. April 1600: Wegen der hergegebenen Tür- und Fensterstein aus dem kayßerischen Steinbruch, auch Staffel zum Schnecken ins Neue Gewölbe, samt Gesims auf die Althan und Ofenstein. Weiters 5 steinerne Fensterköpfe, so im Neuen Gewölbe unter der Althan versetzt worden … mehr 25 Schneckenstaffel, den steinernen Pranger im Markt Rohrau.
- 1601: Quaderstücke zur Grundfeste und Untermauerung des Neuen Tores …
- 17. April 1605: Schöpfbrunnen im Inneren Schloss, demnach der Schöpfbrunnen eingefallen und wieder aufgebaut worden.

## Kaiserstein in der Inventur von Steinmetzmeister Vinzenz Schmidl
Inventur vom 5. März 1596: (Auszug)
Verzeichnis der ausgearbeiteten Stein im Steinbruch, so anjezo vorhanden
erstlich 4 ganze Fenster, item 8 steinerne Tür, mehr Kranzstück, item 4 Rundstück zu einem Brunnen, mehr ein halbes Brunnenschloss mit aller Zubehör, ein großer Kragstein.

## Kaiserstein für die Jesuiten, ihre Kirche zu den neun Chören der Engel am Platz Am Hof
Die gotische Kirche brannte 1607 ab und wurde 1610 im Stil des Jesuitenbarock wieder hergestellt. Von außen her lässt nur noch ein Blick vom Schulhof auf den Chor erkennen, dass es sich im Kern um einen gotischen Bau handelt. Im Jahr 1625 errichtete man die Vor- beziehungsweise Eingangshalle der Kirche und 1662 stiftete die Witwe Kaiser Ferdinands III., Eleonore von Gonzaga, eine frühbarocke Fassade mit einem zurückversetzten Mitteltrakt und einer bemerkenswerten Altane, dabei musste die Eingangshalle vorgezogen werden. Die Pläne zu dieser monumentalen Westfassade der Kirche, die den Platz Am Hof beherrscht, stammen vermutlich von Carlo Antonio Carlone.

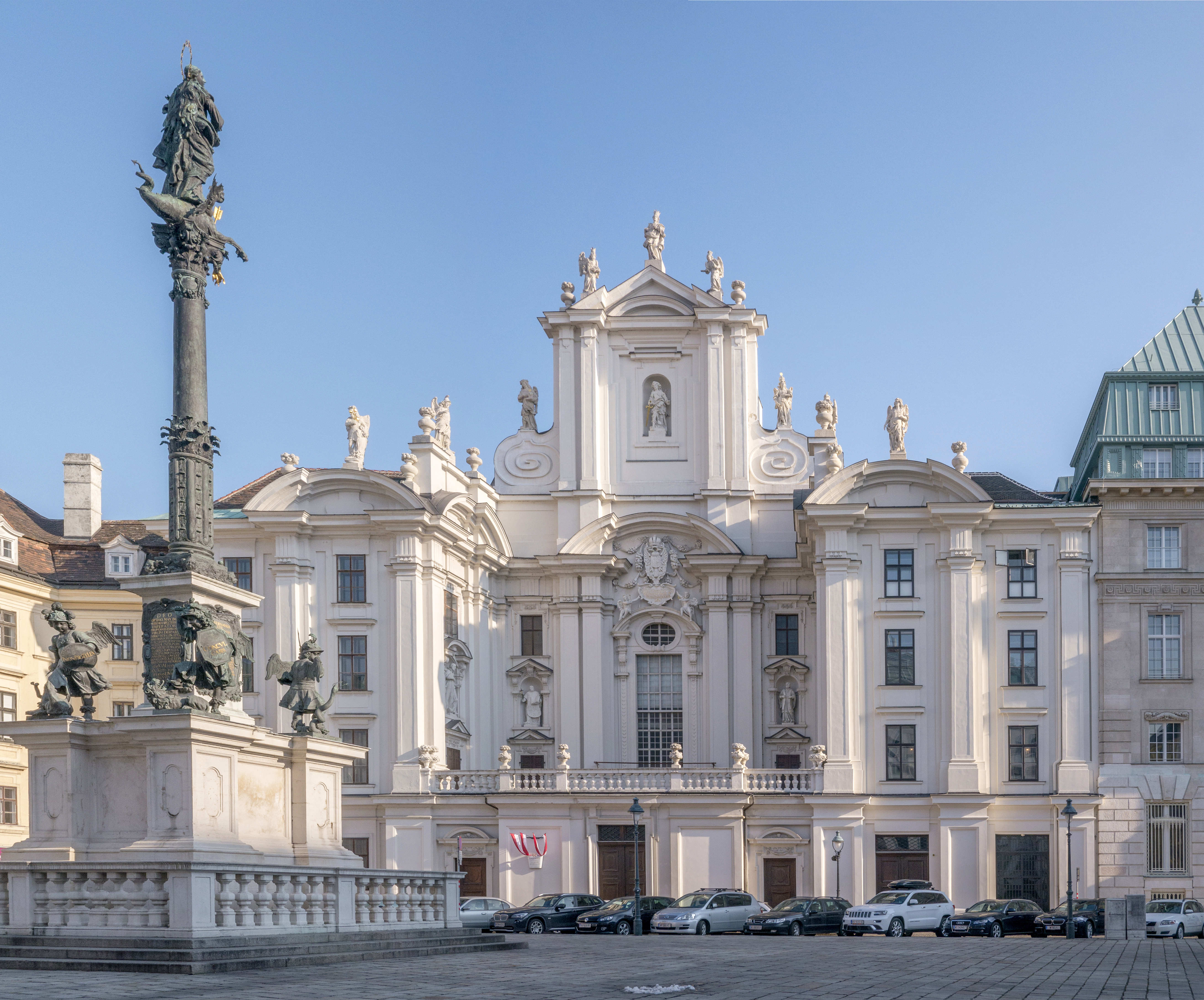
Kirche am Hof
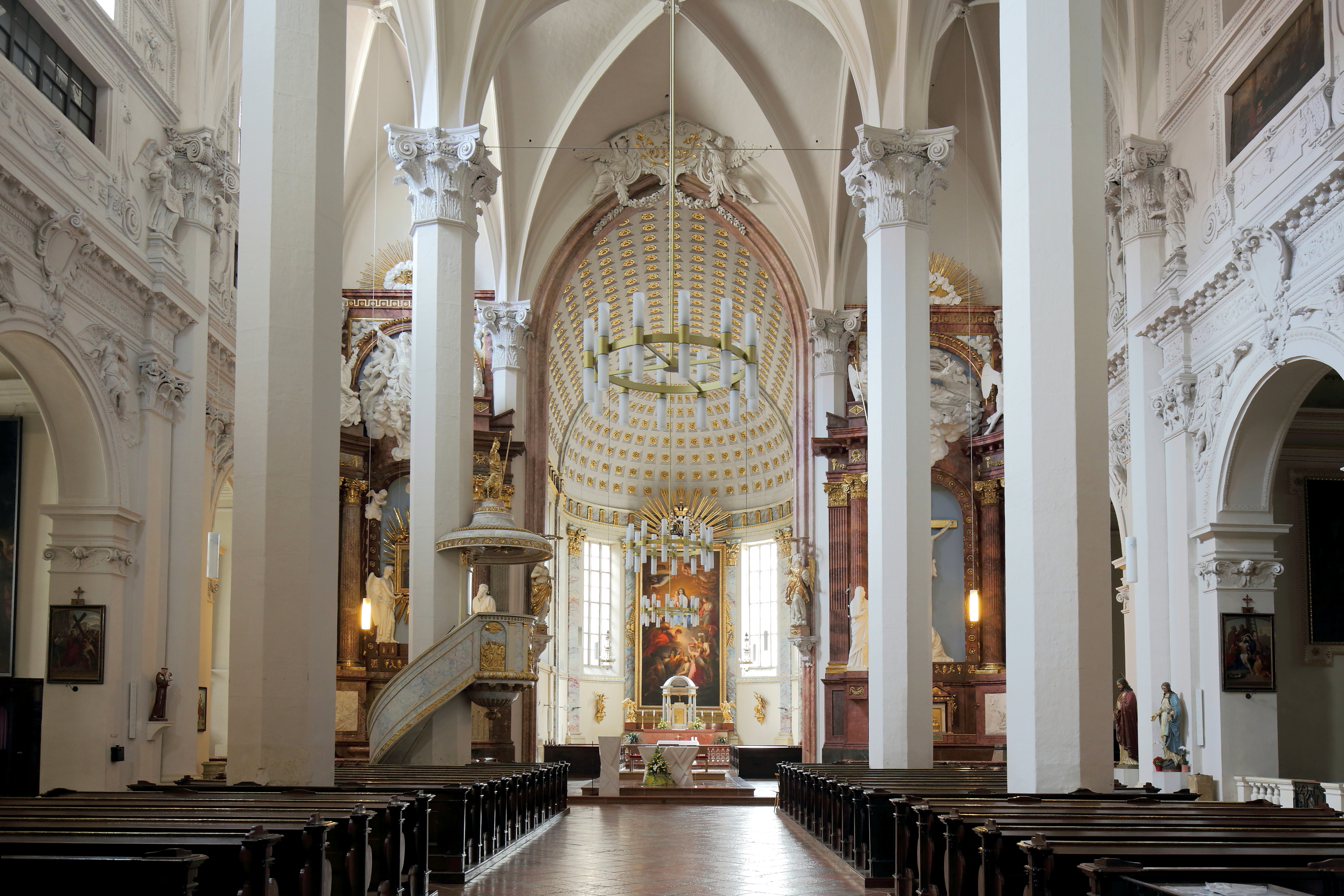
Das Innere
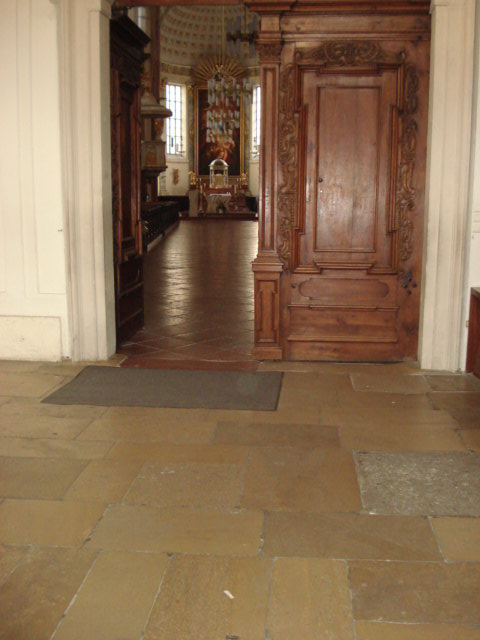
Bodenplatten im Vorraum Kaiserstein
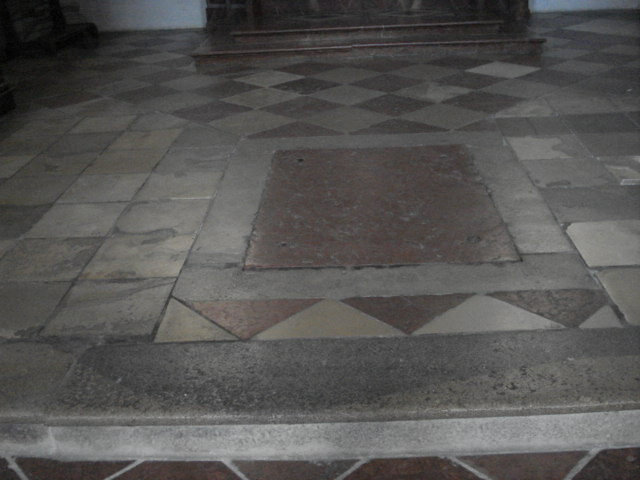
Altarstufe Seitenaltar, Kaiserstein
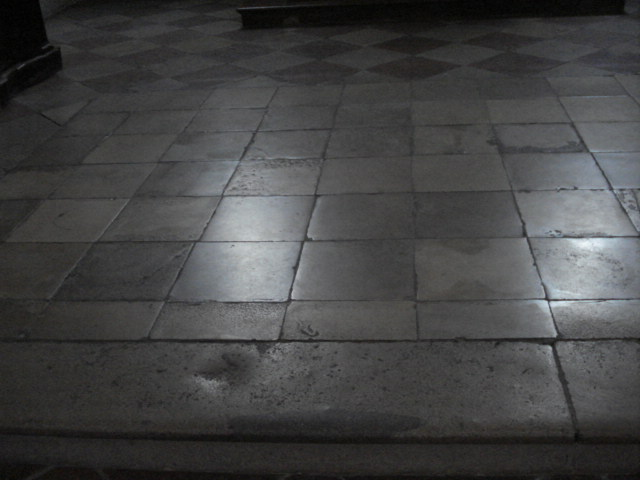
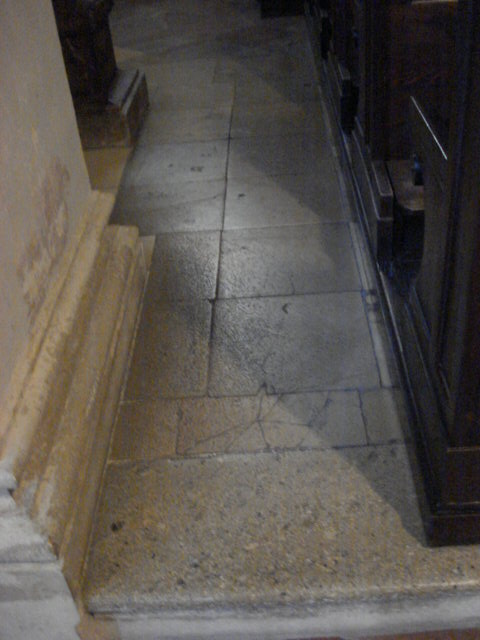
Bodenplatten vor Seitenaltar

Für die Steinmetzarbeiten aus dem harten Kaiserstein ist Meister Johann Lorentisch aus dem kaiserlichen Steinbruch am Leithaberg dokumentiert. Viele der Bodenplatten im Vorraum der Kirche, Altarstufen und Bodenplatten zu den Seitenaltären aus Kaiserstein mit den bläulichen Einsprengungen.

## Kaiserstein für den Probst des Stiftes Herzogenburg, den Herzogenburger Hof

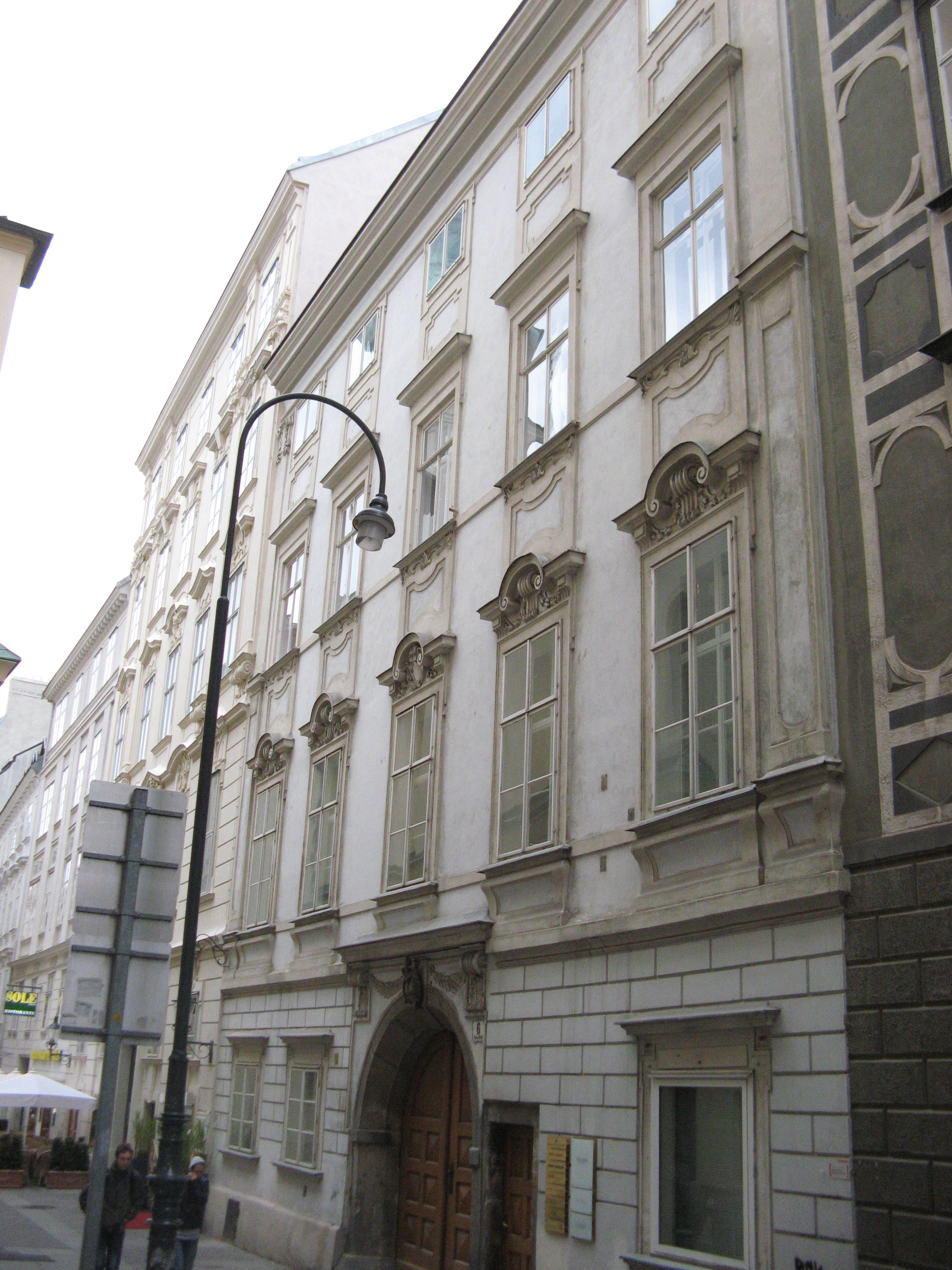
Herzogenburger Hof

Das Stift Herzogenburg besaß seit 1368 in Wien einen Stiftshof. Das Haus in der Annagasse 6 erwarb Probst Paul Zynkh 1601 von Landmarschall Sigmund von Lamberg.
Der viergeschoßige, zwei Höfe umschließende Bau stammt im Kern aus 1600 bzw. dem Anfang des 17. Jahrhunderts. Die Fassade erhielt 1699–1702 durch Christian Alexander Oedtl ihre jetzige Gestaltung. Über dem Rundbogenportal ist das Wappen des Stiftes Herzogenburg angebracht.
Zwei Wendeltreppen wurden gesehen, zumindest die im Hof hat Stufen aus Kaiserstein.
Im Stift Herzogenburg ist ab 1716 der Eggenburger Steinmetzmeister Johann Gallus Hügel, älterer Bruder des Kaisersteinbrucher Meisters Elias Hügel dokumentiert.

## Kaiserstein für die Franziskanerkirche „Zum hl. Hieronymus“ und Klostergebäude
Die Franziskanerkirche befindet sich am Franziskanerplatz in der Inneren Stadt.

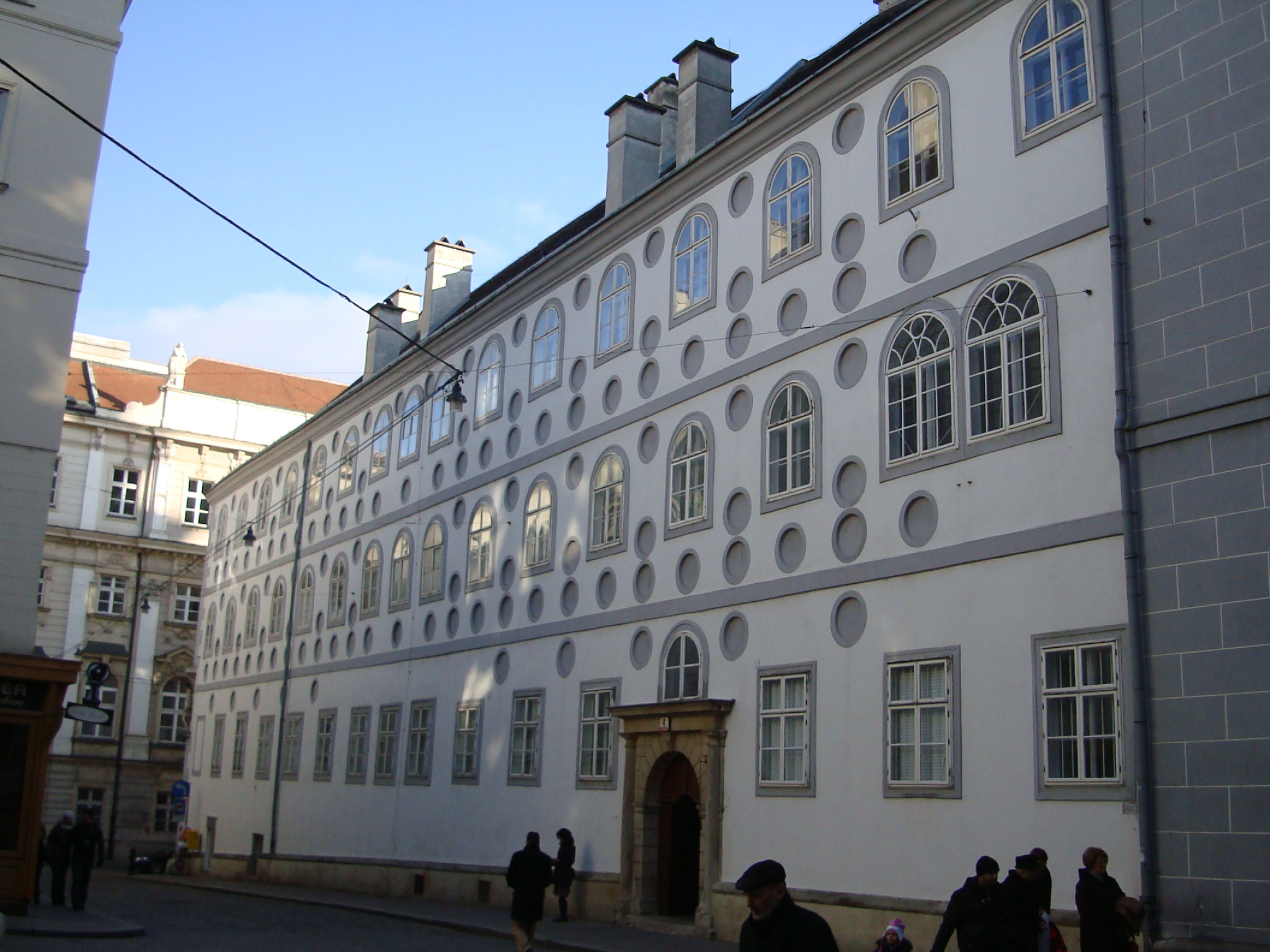
Franziskanerkloster
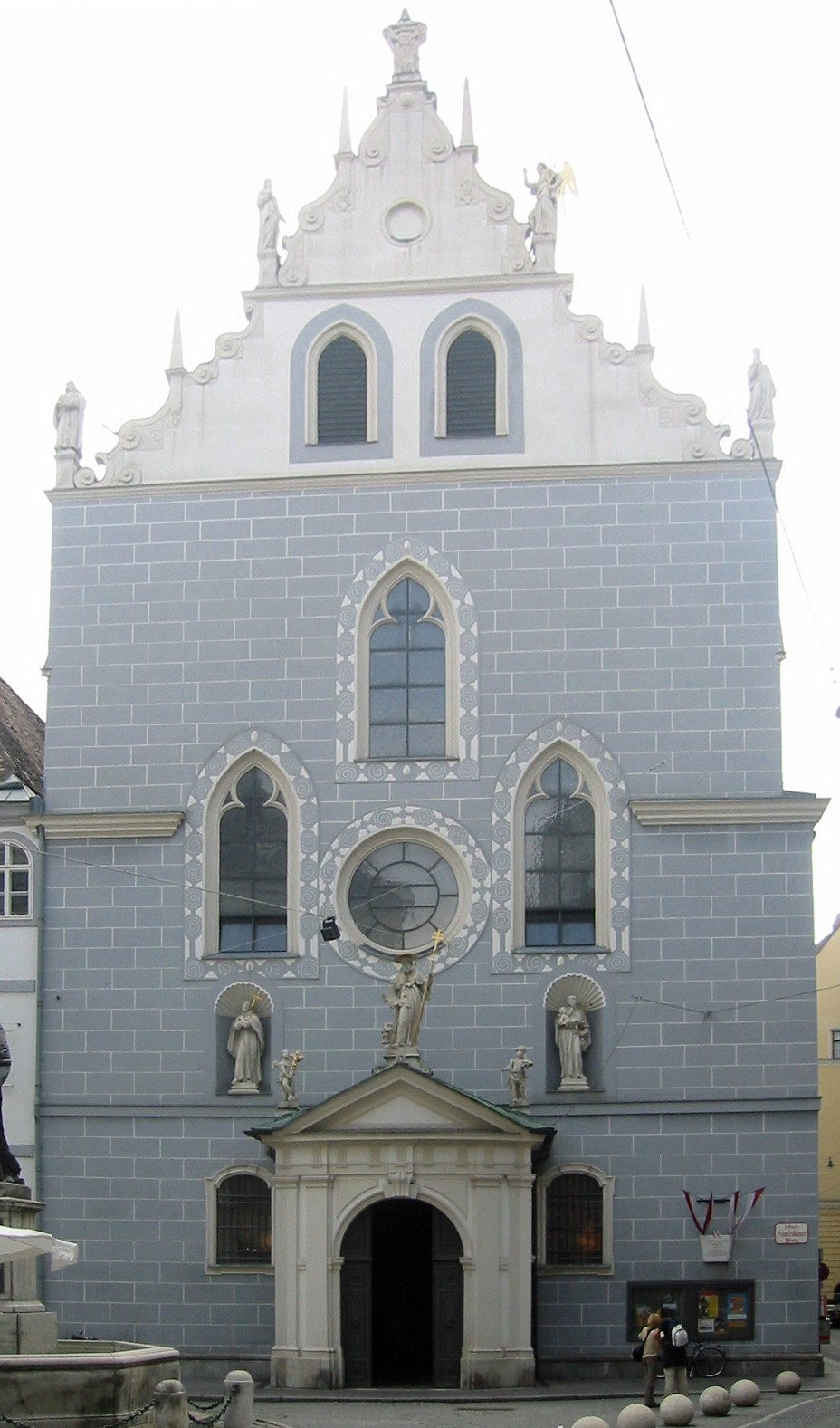
Franziskanerkirche
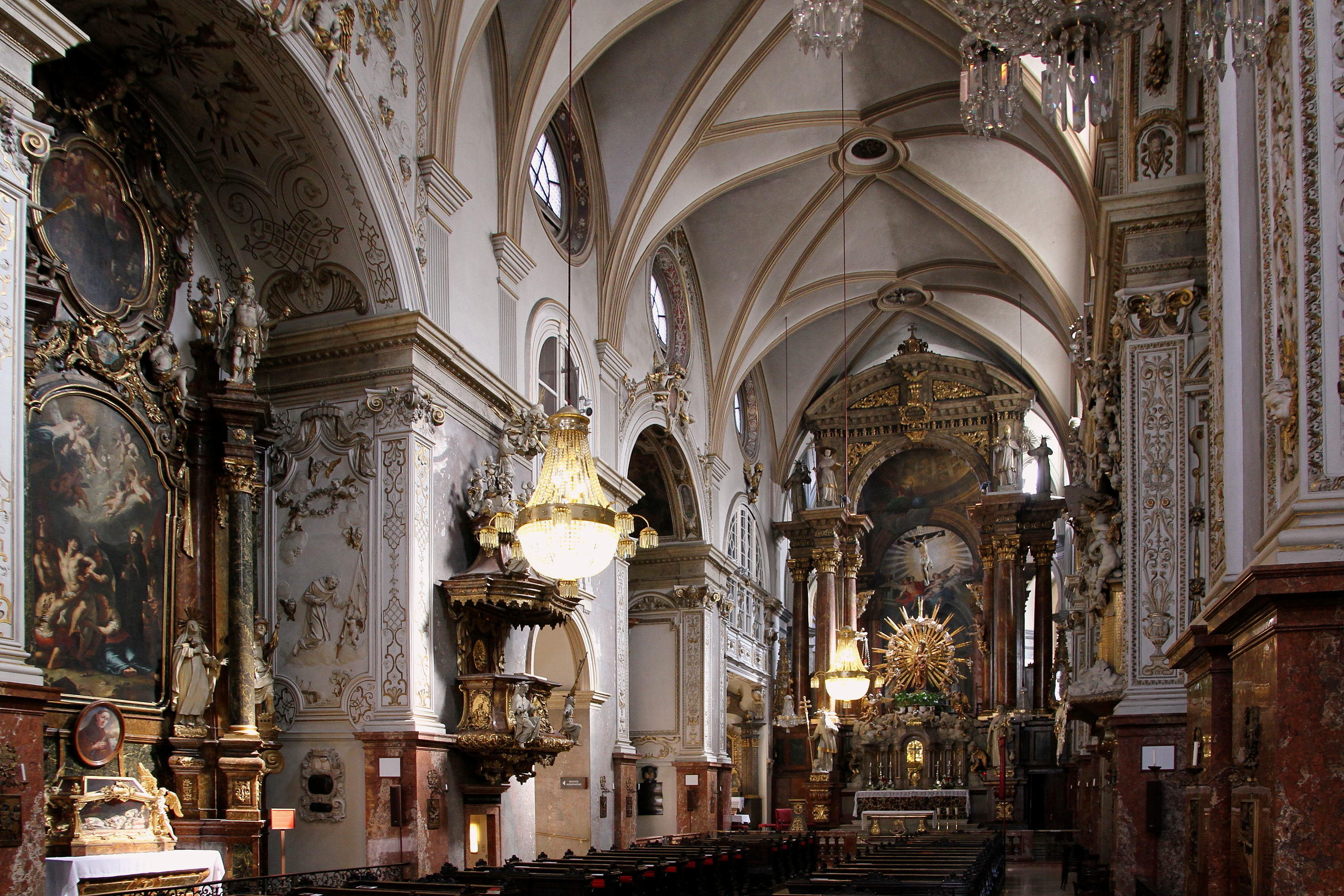
Innenansicht
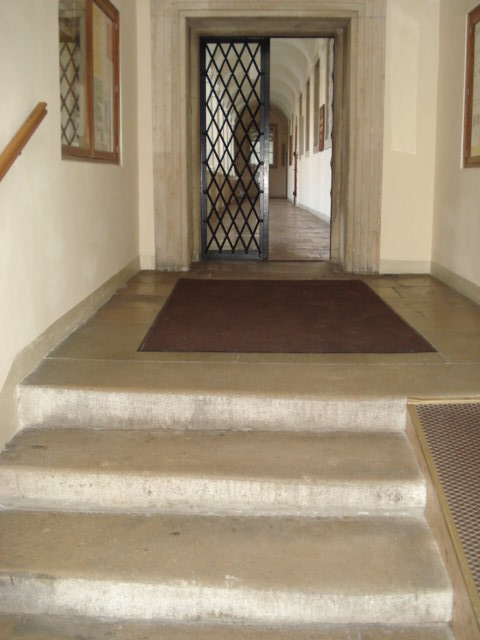
Eingangsstufen Kaiserstein
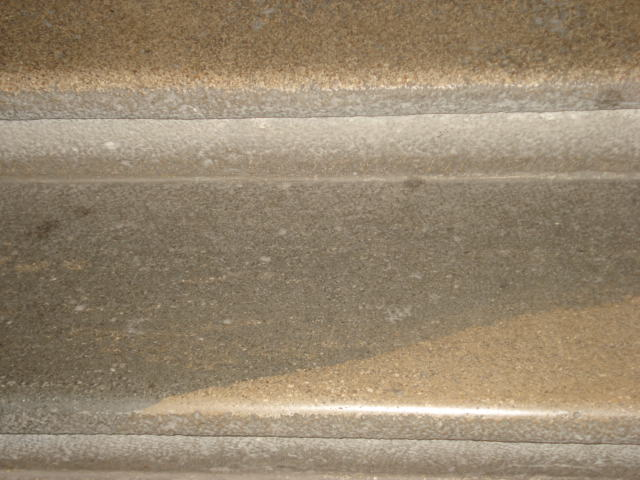
Kaisersteinstufe
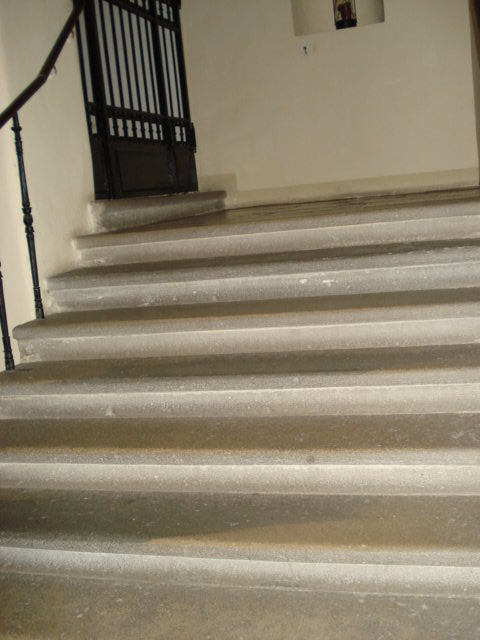
Stiege

1589 überließ die Stadtgemeinde Wien das leerstehende Büßerinnenkloster dem Franziskanerorden. Als die Franziskaner das Gebäude übernahmen, kam es unter Einbeziehung alter Bauteile zum Neubau der Kirche. So kommt es, dass Wiens einziger Sakralbau im Renaissancestil noch vielfach durch gotische Elemente geziert ist. Die bereits 1607 fertige Kirche wurde 1611 geweiht. 1614 erfolgte der Turmbau, die Errichtung des Klosters 1616–1621. Die Chronik nennt Pater Bonaventura Daum als Architekt.
- Sämtliche Stiegenhäuser mit Stufen aus Kaiserstein mit den typischen Merkmalen, in bestem Erhaltungszustand.

## Kaiserstein für Kaiser Matthias im Schloss Kaiserebersdorf
Für das Handwerk der Steinmetzen und Maurer in Kaisersteinbruch war die Haupthütte in Wiener Neustadt zuständig. Zum Zeitpunkt der Handwerksordnung von 1615, die Kaiser Matthias am 16. März 1617 bestätigte, war der Kayserl. Steinbruch (auch Baden) bereits eine Viertellade.

Kaiser Ebersdorf vor 1680, gezeichnet von Wolfgang Wilhelm Prämer
Hauptportal (Detail)
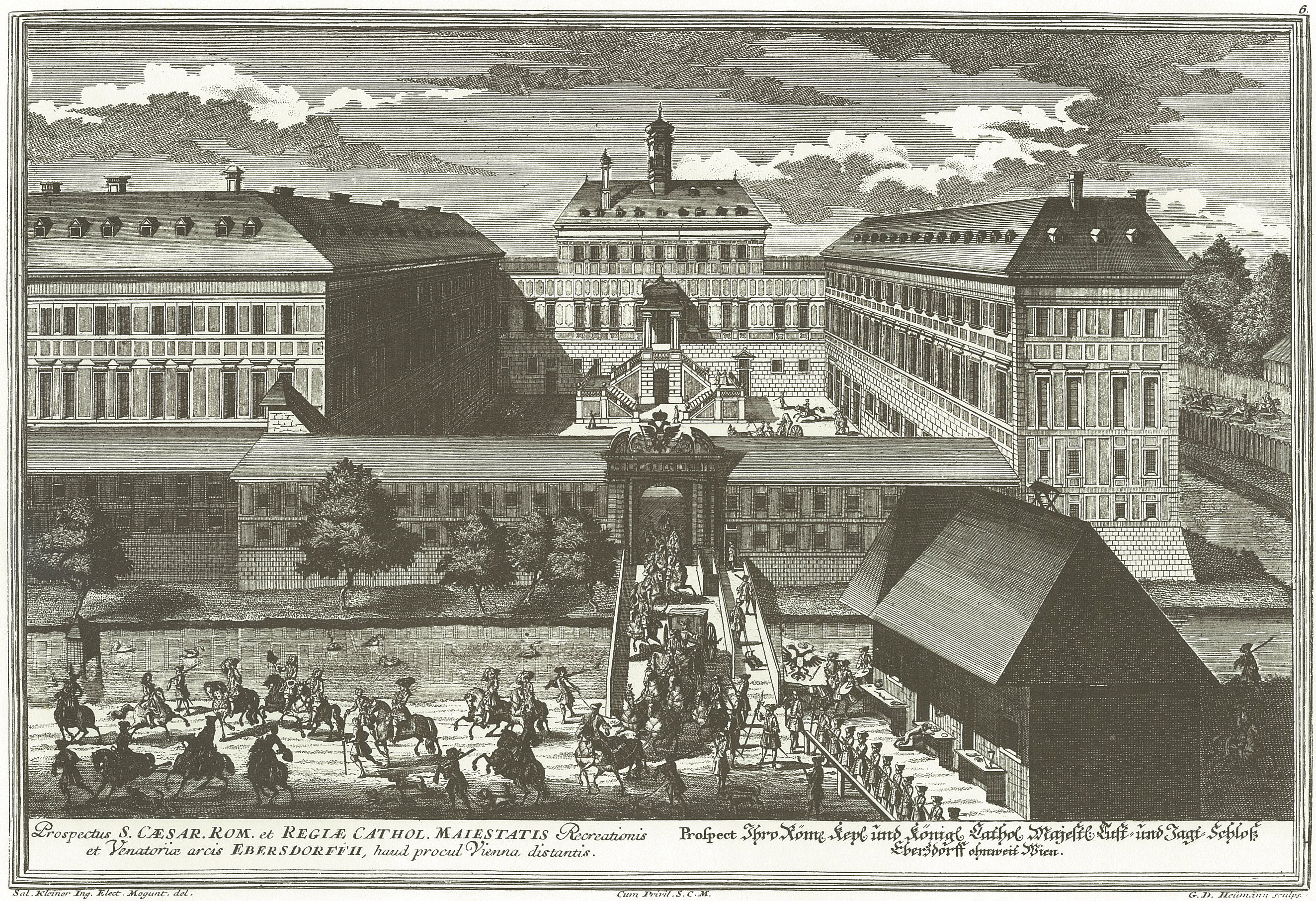
Schloss Kaiserebersdorf 1750

Die Niederösterreichischen Herren schickten den Rentmeister Johann Miller in den Steinbruch, er berichtete am 20. Februar 1618: … die sechs Meister, als Ulrich Payoß, Pietro de Magistris, Leonhardt Holzäpfel, Nicola Nuovo, Andre Ruffini und Antonius Bregno, so alle wälsche, vier Meister von Ihrer Kayserlichen Majestät … anjetzt auf Ebersdorf ein Haupttor führen:

## 1618 Baubeginn der Kaisersteinbrucher Kirche
Die Herren von Heiligenkreuz haben 1618 das Ansuchen der Steinmetzen bewilligt, dass die Kirche auf ihrem Grund erbaut werden konnte.
- Des Meisters Andre Ruffini Weib hat 10 Eimer Wein verschafft, der Jäger Georg Hainnig 10 fl, damit ist der Anfang des Gebäudes gemacht worden.

Am 21. November 1618 wurde der Bauvertrag unterzeichnet: Das Handwerk der Steinmetzen und Maurer in Kaisersteinbruch, vertreten durch die Meister Andre Ruffini und Ulrich Payos, übergibt den Bauplan dem Maurermeister Friedrich Steffan von Ebenfurth.
Im Heiligenkreuzer Stiftsarchiv befindet sich das Dokument „Benefactorn und Guttäter“, welche zu diesem Gotteshaus St. Rochus und Sebastian aus Andacht und löblicher Intention gestiftet und verschafft haben: (kleine Auswahl)
Steinmetzmeister Mathias Lorentisch lieferte 1647–1651 für die Kaisersteinbrucher Kirche: Pfeiler, rundes steinernes Fenster, Schneckenstaffel in den Turm und Steinquader.

## Kaiserstein für die Grabplatten der Kaisersteinbrucher Steinmetzbruderschaft

### Einige Beispiele

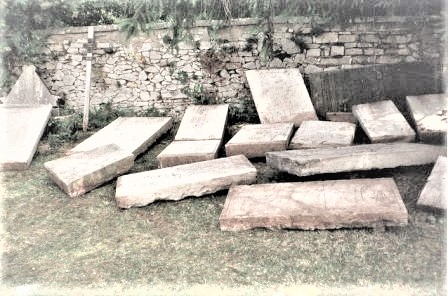
Juli 1990 Grabplatten sind wieder da!
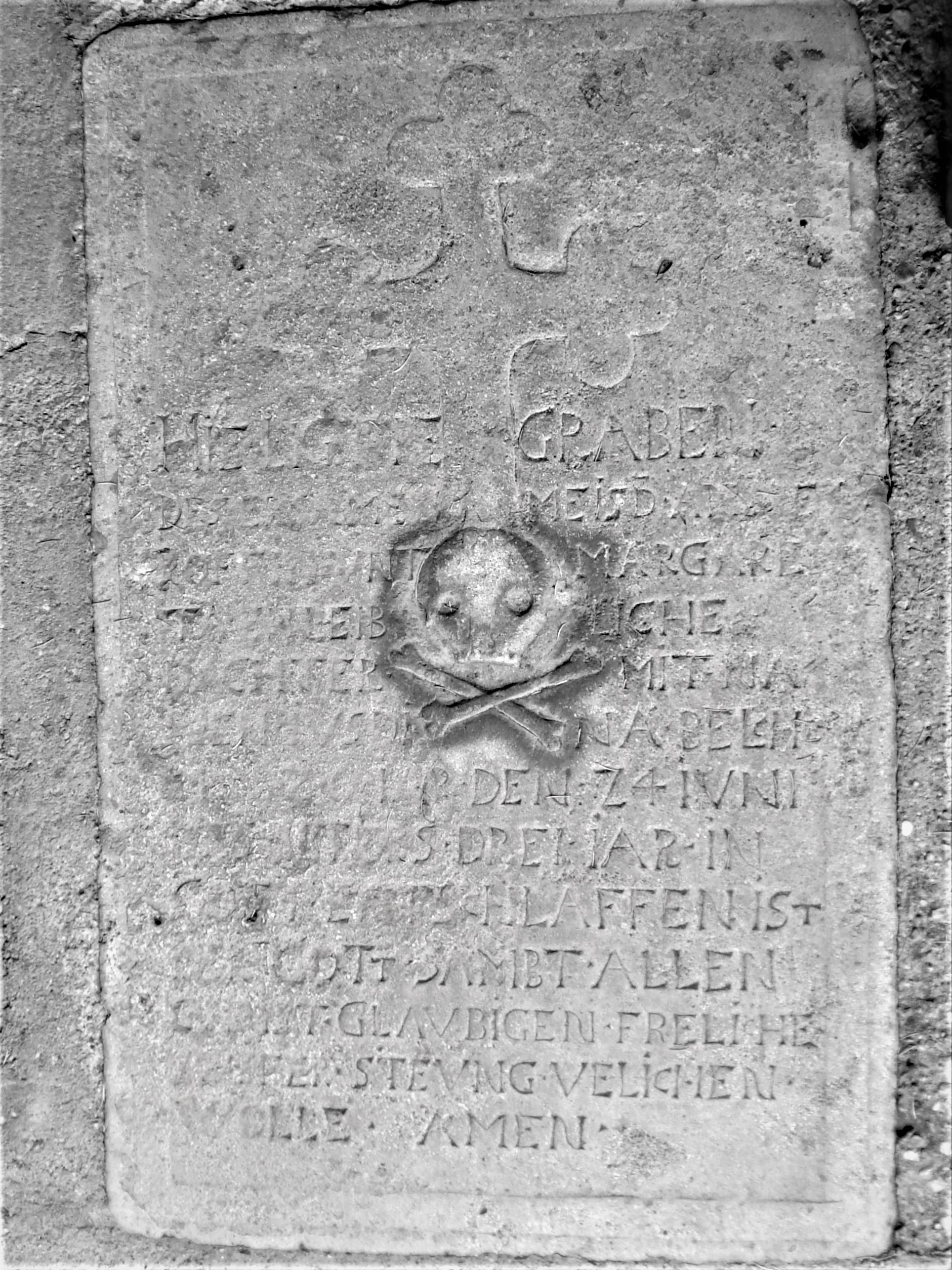
Ruffini Justi 1617- 1620
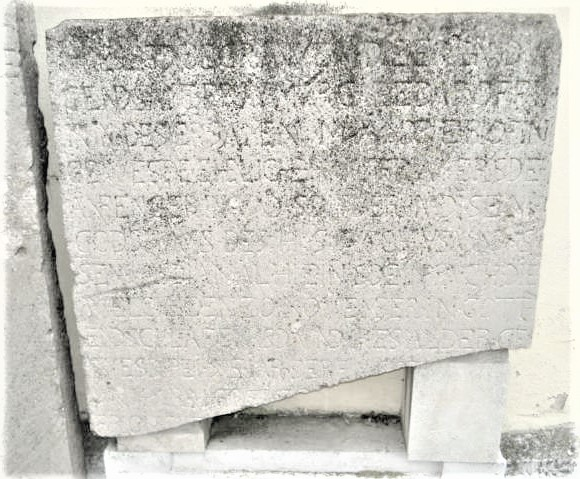
Margaretha Ruffinin † 1636
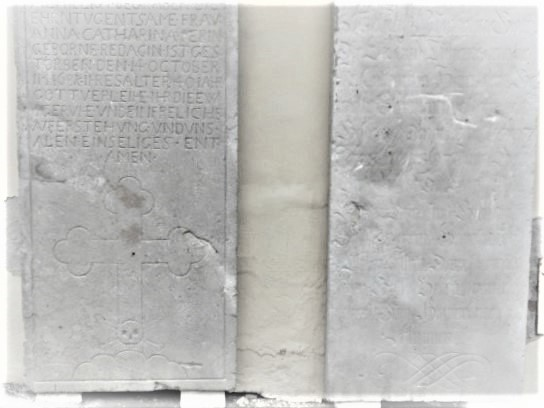
Anna Catharina Perin † 1681 und Catharina Hareslebin † 1707
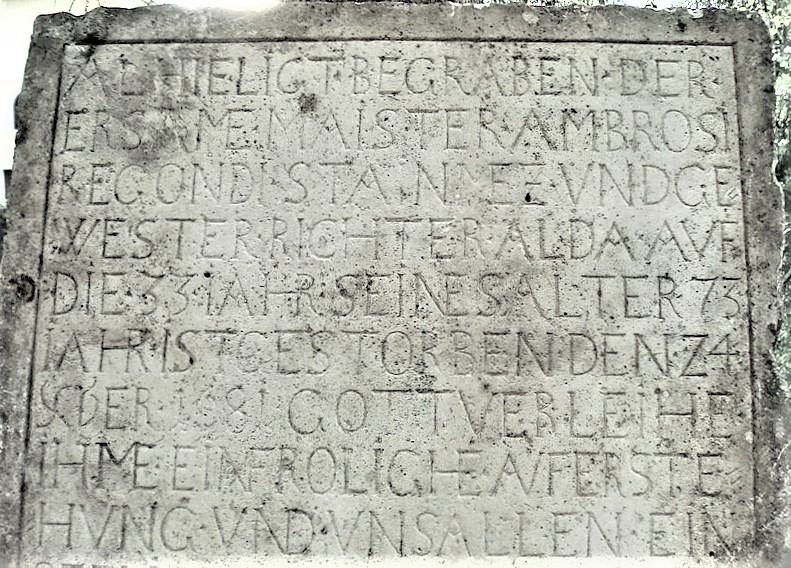
Ambrosius Regondi † 1681
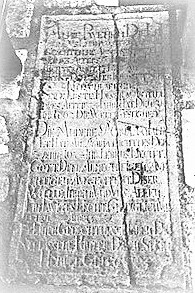
Ambrosius Ferrethi † 1696
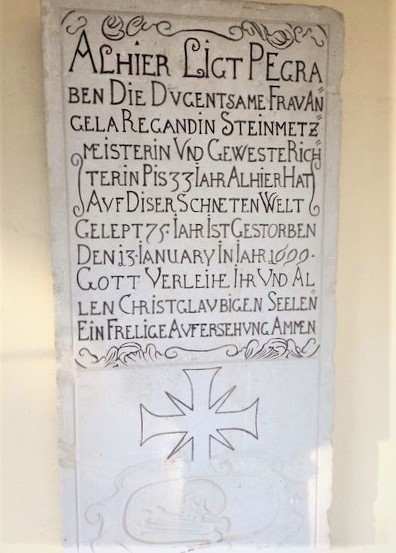
Angela Regandin † 1699
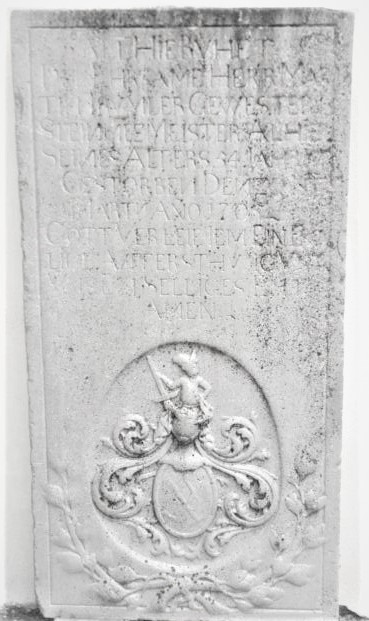
Martin Trumler † 1705
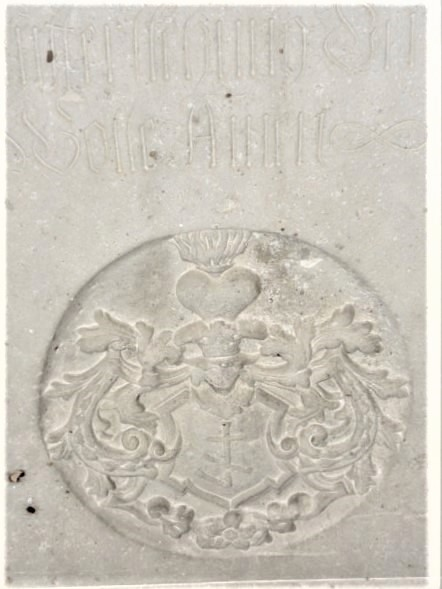
Sebastian Regondi † 1717
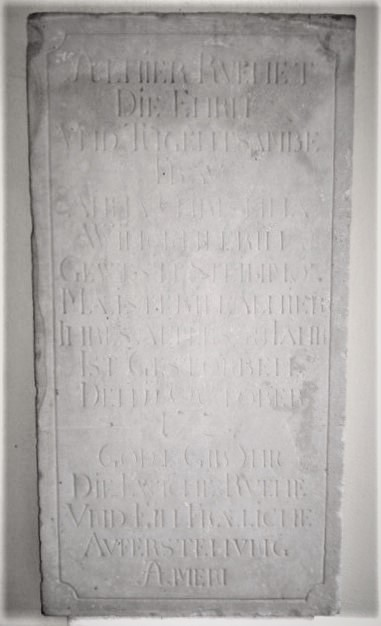
A. Winklerin † 1724
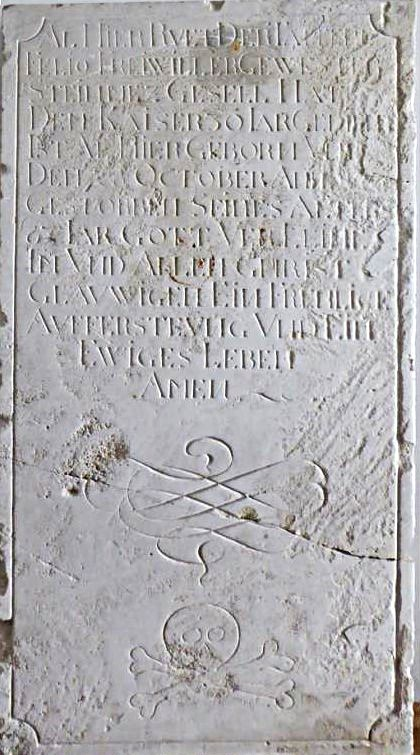
Felix Freywiller † 1726
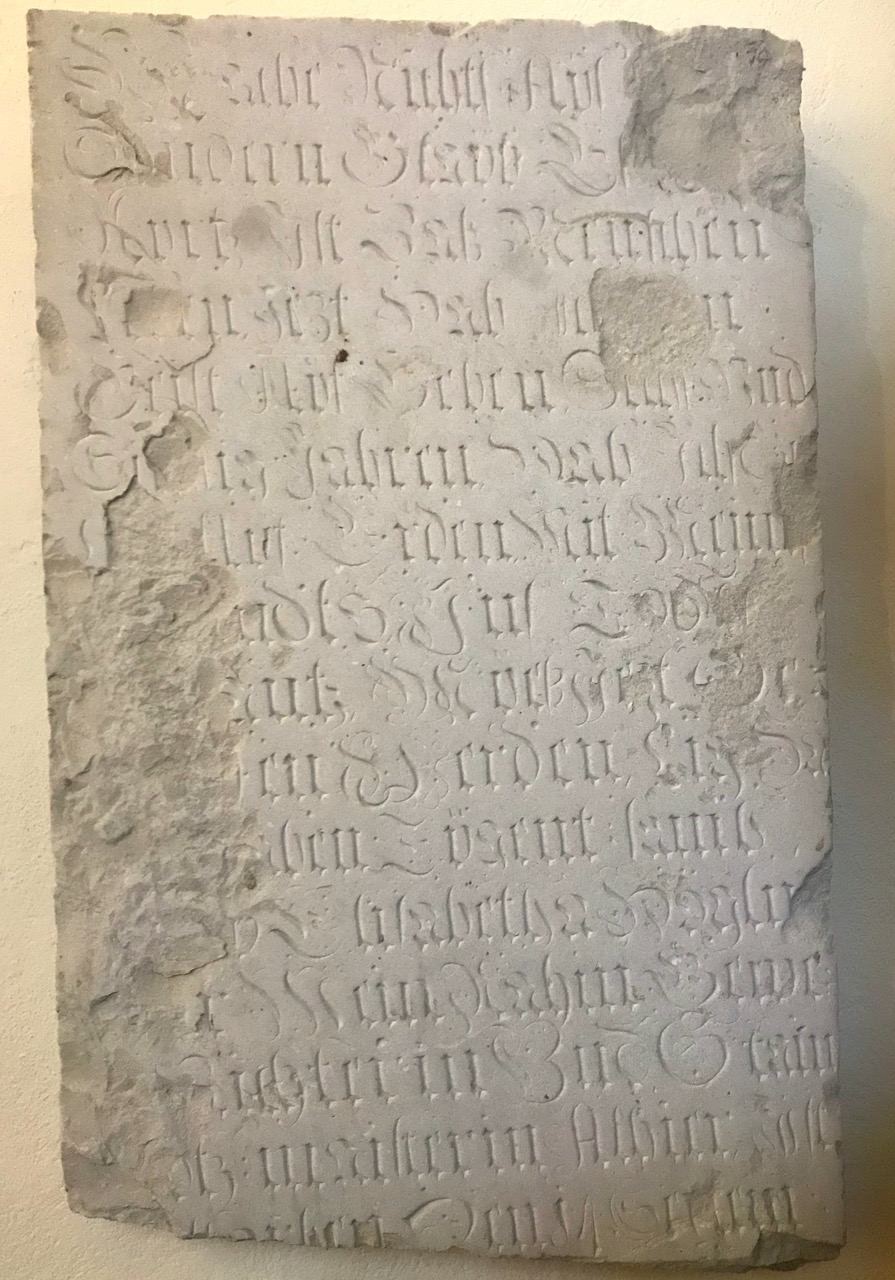
Ma. Elis. Hügelin † 1728
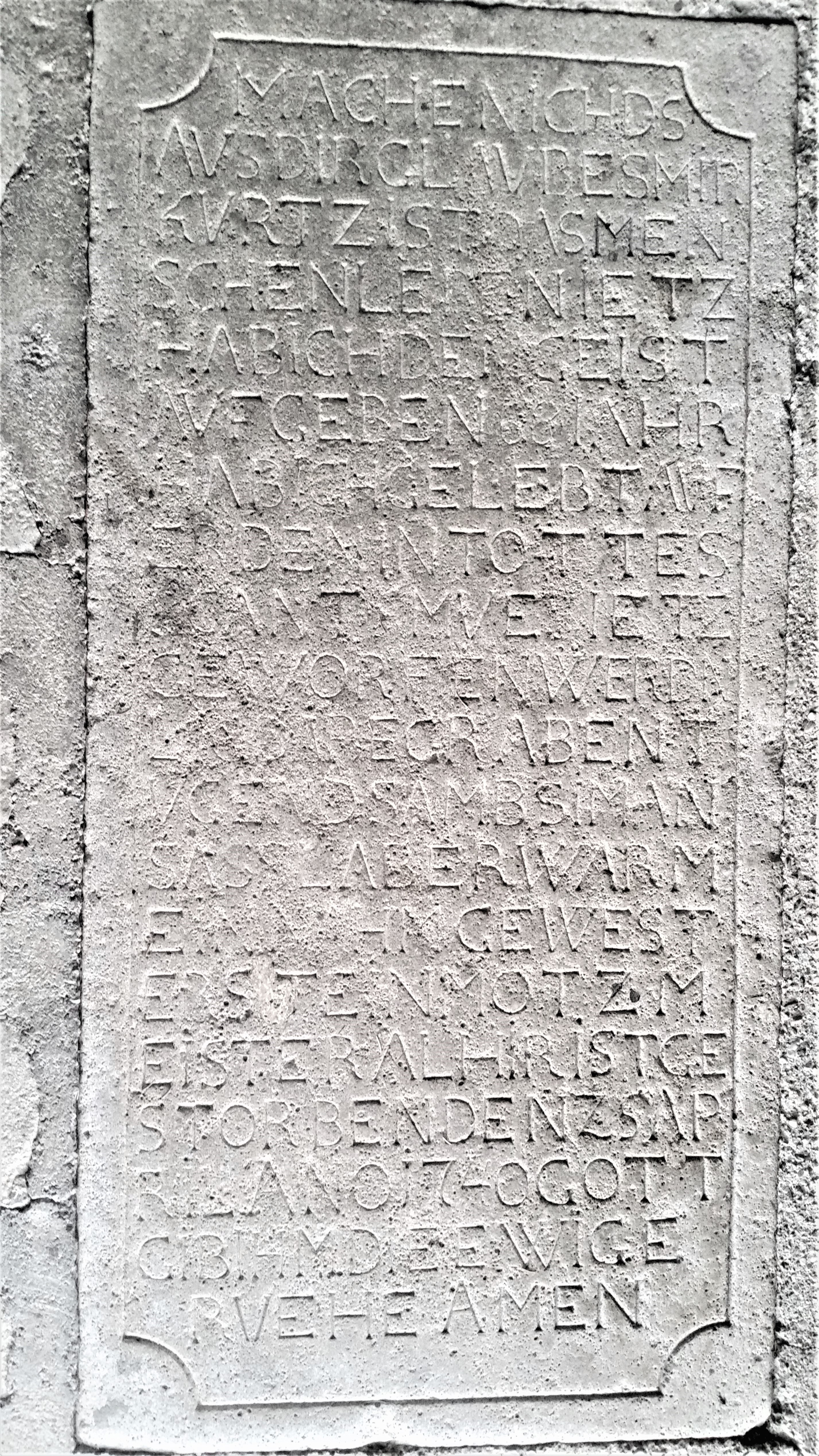
Sasslaber Si. † 1740
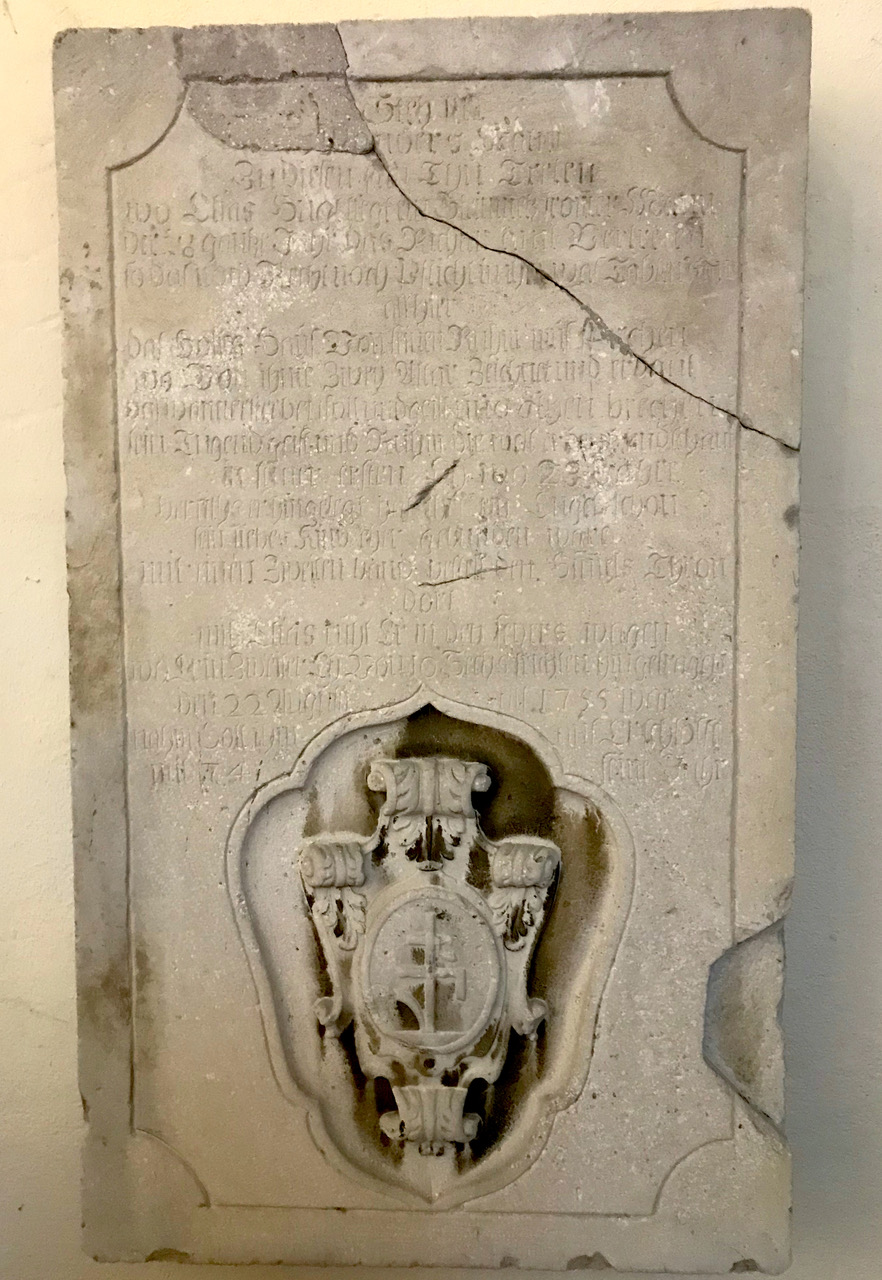
Elias Hügel † 1755
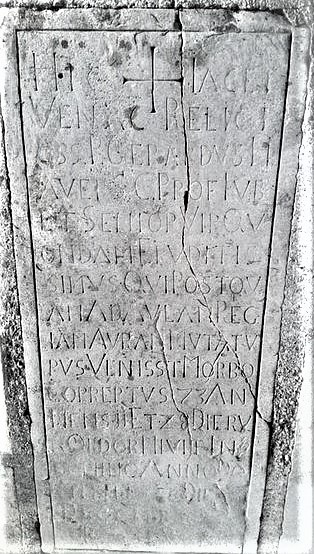
P. Hauer † 1766

Aus dem harten, weißen Stein wurden Epitaphe in den Boden der Kaisersteinbrucher Kirche verlegt. Beginnend mit 1620 (Justina Ruffinin) bis 1755 (Elias Hügel) gestaltete das Steinmetzhandwerk für sich selber, ihre Ehefrauen und Kinder diese Grabplatten der Kaisersteinbrucher Kirche.

## Kaiserstein für Salzamtmann Georg Nagl zur Wiederherstellung der Ruprechtskirche
Die römisch-katholische Ruprechtskirche ist die älteste in ihrer Grundsubstanz noch bestehende Kirche der Stadt Wien. Der Legende nach wurde die Kirche im Jahre 740 begründet.

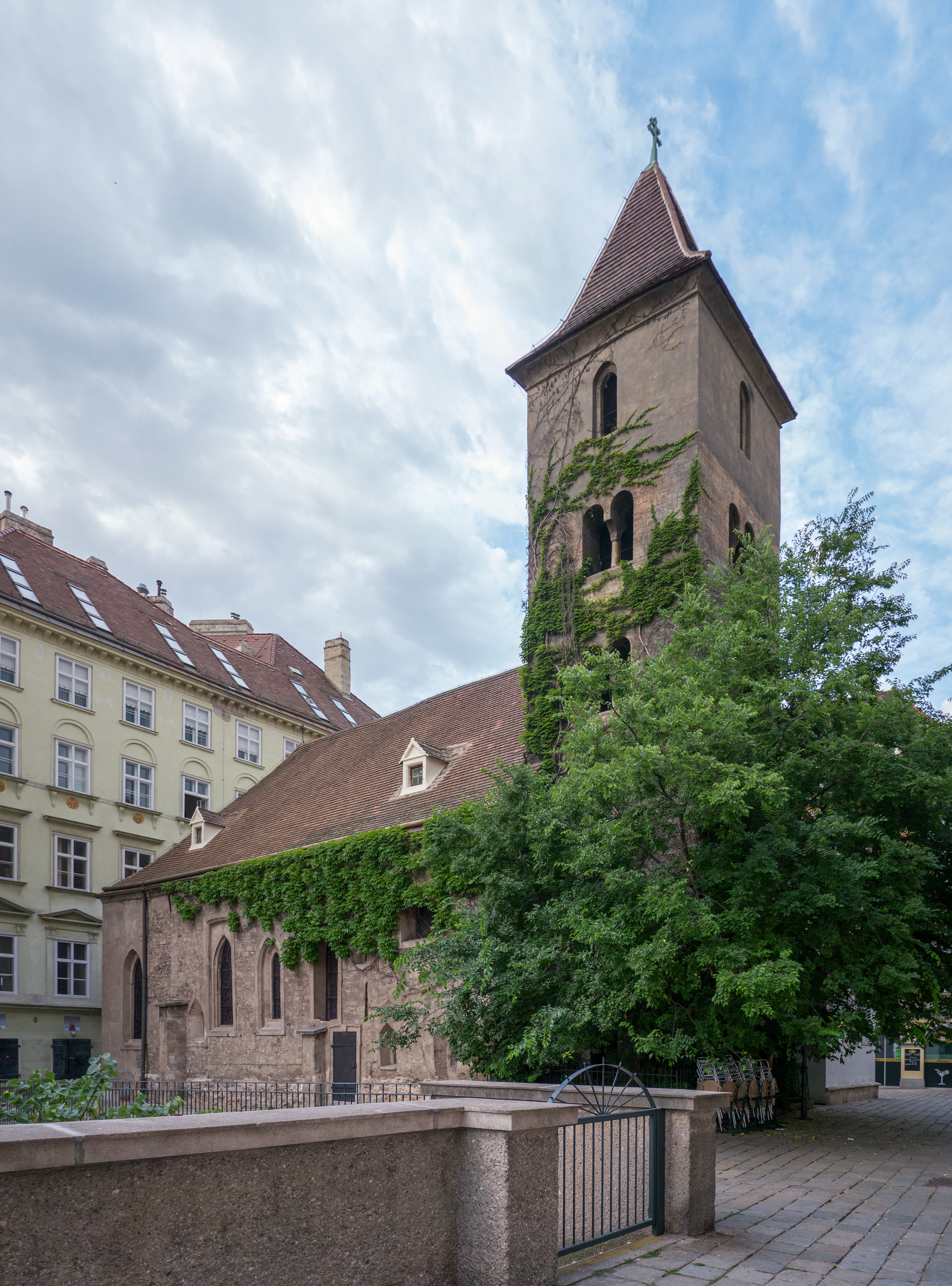
Nordseite der Ruprechtskirche
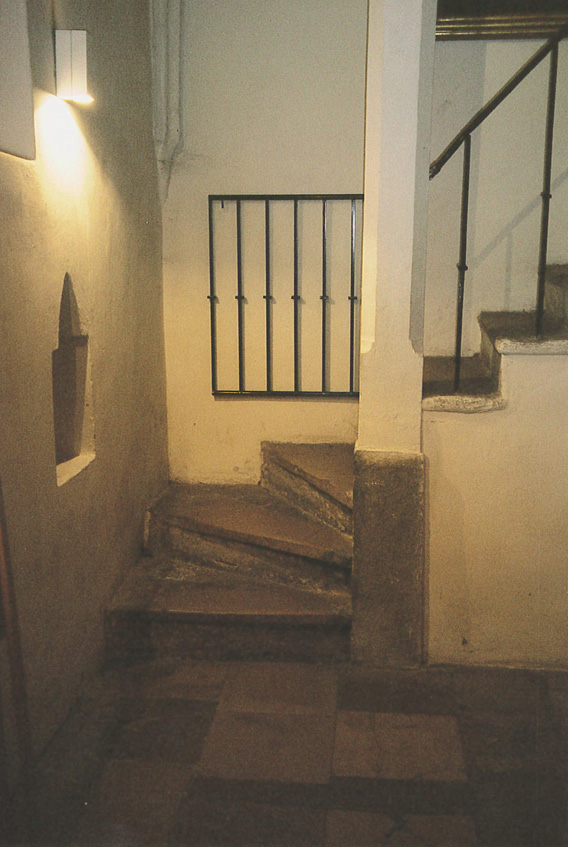
Stiege, Stufen Bodenplatten Kaiserstein
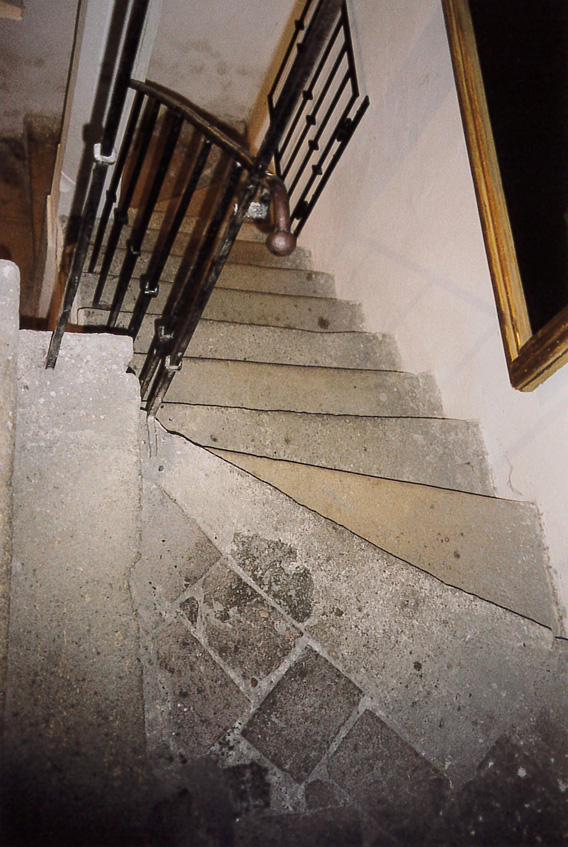
Stiege runter

Die heutige Kirche ist mehrfach verändert und umgebaut worden.
Der Salzamtmann Georg Nagl ließ laut Inschrift von 1622 die sehr baufällige Ruprechtskirche wiederherstellen, Johann Baptist Bartolotti von Partenfeld finanzierte die Reparatur der Jahre 1701 bis 1703. Für Bodenplatten im Bereich der Eingangstüre sowie Stufen einer kleinen Stiege auf die Empore wurde Kaiserstein aus Kaisersteinbruch verwendet.

## Kaiserstein für den Renaissancebau, das spätere Palais Porcia in der Herrengasse

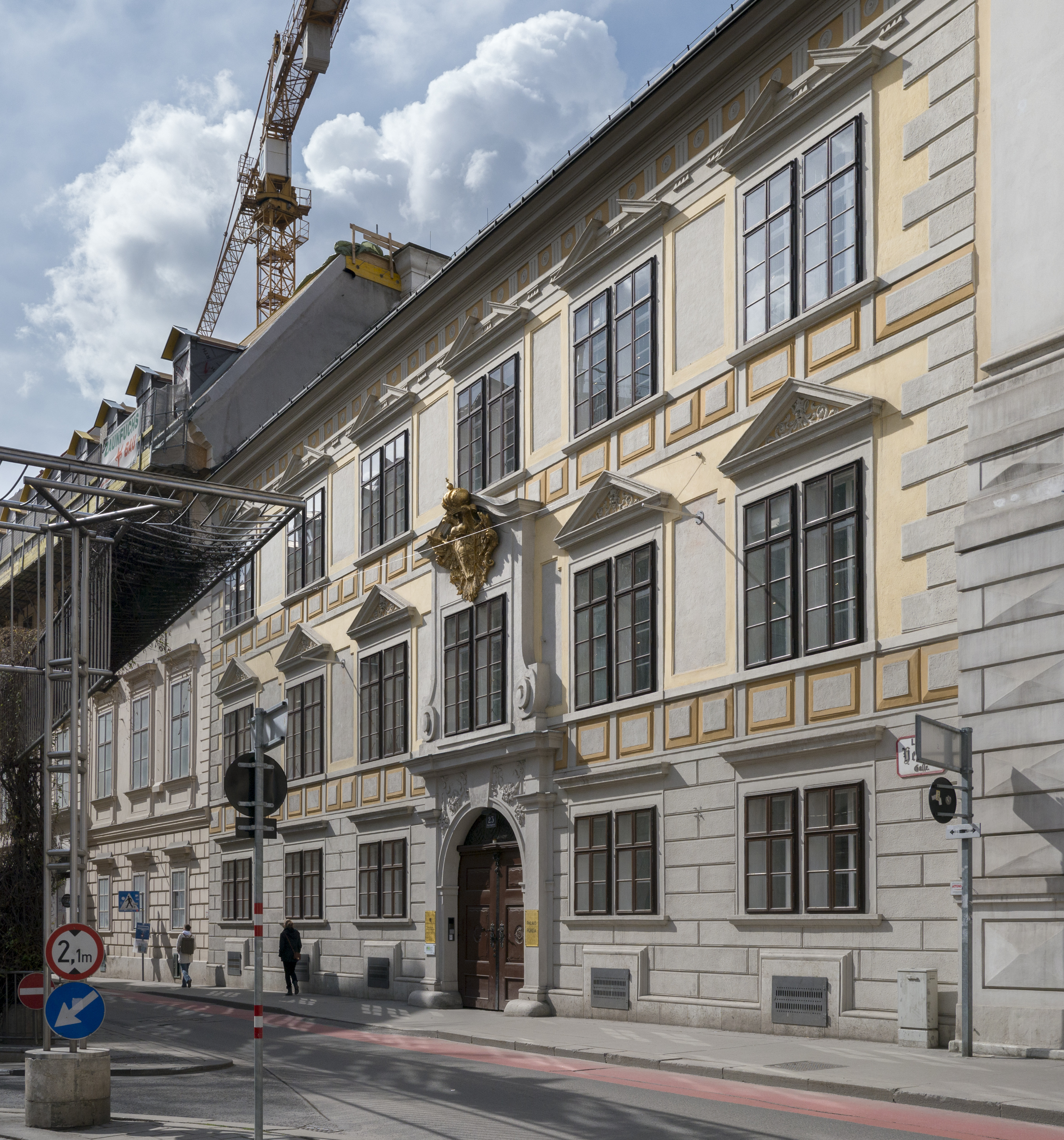
Palais Porcia Herrengasse

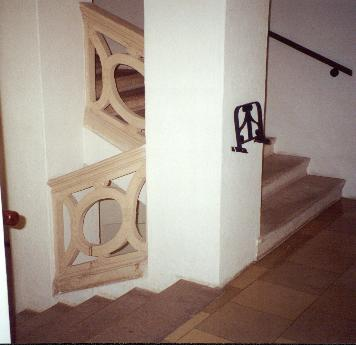
Stiegenhaus im Palais

Das Palais Porcia in der Herrengasse im 1. Wiener Gemeindebezirk, neben dem Palais Kinsky und gegenüber dem Palais Harrach ist einer der wenigen Palastbauten in Wien, der noch unter dem Einfluss der Renaissance entstand, und zählt zu den ältesten erhaltenen Palais Wiens.
- Der spanische Graf Gabriel von Salamanca-Ortenburg, Generalschatzmeister des späteren Kaisers Ferdinands I., erwarb im Jahre 1535 die ursprünglichen Wohnbauten, die an der Stelle des heutigen Palais entstanden. Kurz vor seinem Tod gab er 1538 ein Palais im Stile der Renaissance in Auftrag, das im Jahr 1546 fertiggestellt wurde.

Im Zeitraum 1592 bis 1627 gab es mehrere umfangreiche Umbauten des Palais, die unter Hans Wilhelm von Losenstein und unter Georg Andreas Freiherr von Hofkirchen und seiner Frau Margarete von Losenstein vollendet wurden, deren Wappen bis heute in der Mitte des Arkadengangs zu sehen ist. Die große Stiege im vorderen Trakt, sowie die Wendeltreppe im 1. Hof mit Stufen aus dem Kaisersteinbrucher Kaiserstein.
Im Jahre 1667 wurde Johann Karl Fürst Porcia neuer Eigentümer des Palais, der ihm den heutigen Namen gab.

## Kaiserstein für Johann Selinger, Stifter des „Bäckerkreuzes“ auf dem TÜPL
Das steinerne Monument steht im Bereich des Truppenübungsplatzes Bruckneudorf auf dem Weg von Bruck an der Leitha nach Winden am See. Die lateinische Inschrift zeugt vom Stifter Johann Selinger, der auch in einer Grundbuch-Notiz aus dem Jahre 1655 erwähnt wird. Die Übersetzung lautet etwa:
- Johann Selinger errichtete mich auf dem Grundstück des Klosters Heiligenkreuz. Von jetzt an für spätere Zeiten. 1626.

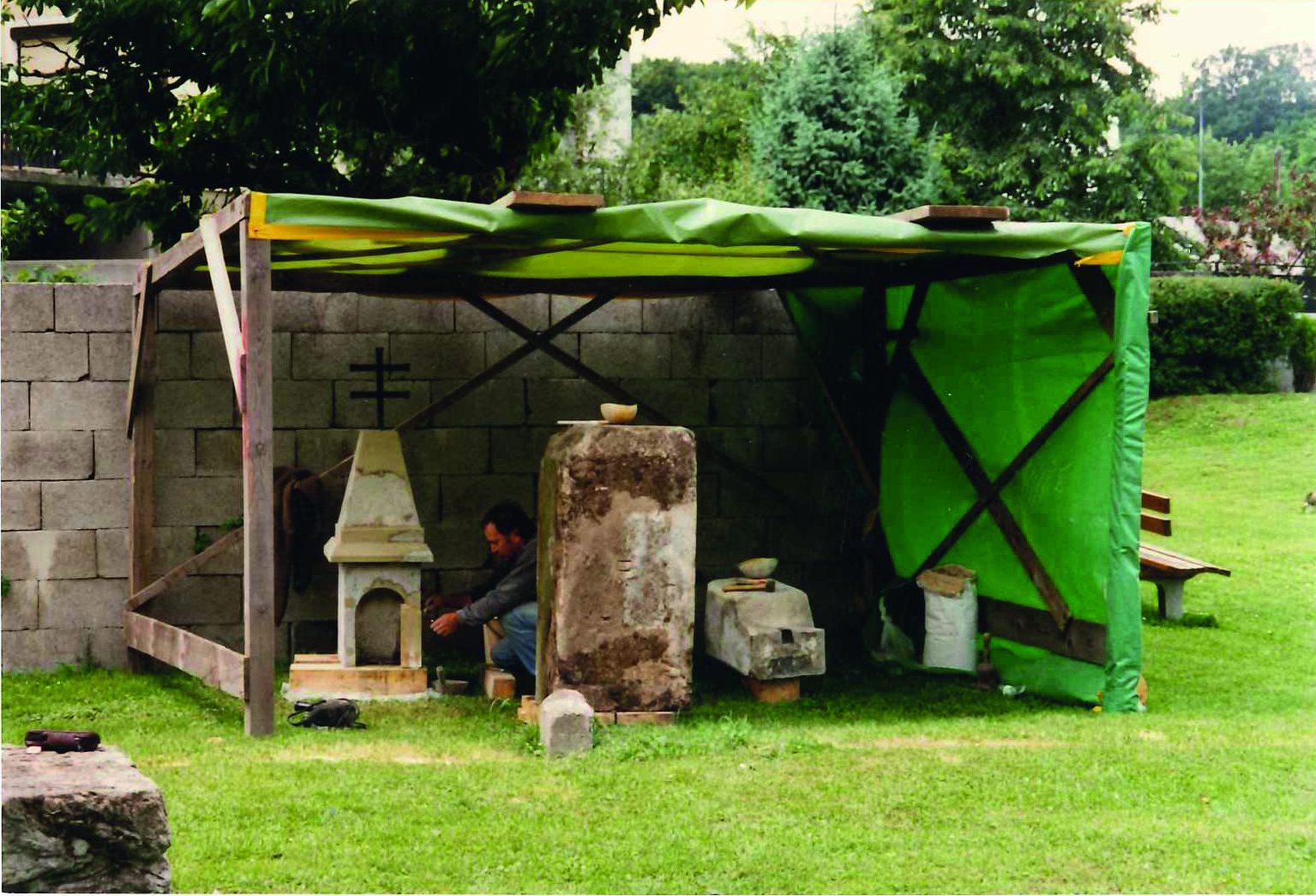
Restaurierung 1996
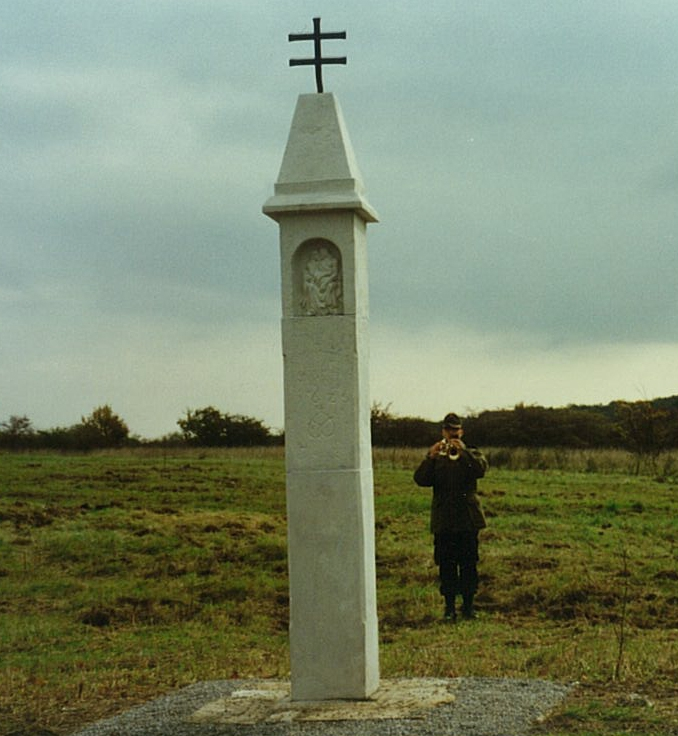
Zapfenstreich für die Gedenkstätte „Bäckerkreuz“

Bäckerkreuze oder Bretzensäulen zeigen am Schaft herausgemeisselte Bretzen. Oft wurden diese Bäckersäulen zur Erinnerung an eine Hungersnot errichtet.
- 1996 erfolgte im Rahmen des „Josef Wolf-Symposiums“ durch den ungarischen Bildhauer und Restaurator Ferenc Gyurcsek eine fachgerechte Restaurierung. Der Künstler hatte für die Nische eine Pietà modelliert. Die Feuerwehr Kaisersteinbruch errichtete ihm eine Bauhütte beim Kirchenplatz.

## Kaiserstein für die Kirche der Oblaten des heiligen Franz von Sales, für Annakirche und -kloster
1581 überließ Kaiser Rudolph II. St. Anna dem Jesuitenkollegium, 1627 erfolgte die Umgestaltung zum Noviziathaus, Verwendung bis zur Ordensauflösung 1773.
An der Ostseite Bau eines Turmes, der 1747 durch einen Brand wurden Turm und Dachstuhl zerstört. Es erfolgte ein neuerlicher Umbau der Kirche. Kaiserstein findet man bei der Stiege zur Empore und bei einer kleinen schmalen Stiege mit interessantem Verlauf im Turm. Die Antrittsstufen im Eingangsbereich der Kirche, sowie zum Hochaltar und zu einigen Seitenkapellen aus Kaiserstein, bei anderen aus rotem Marmor (Adneter Marmor).

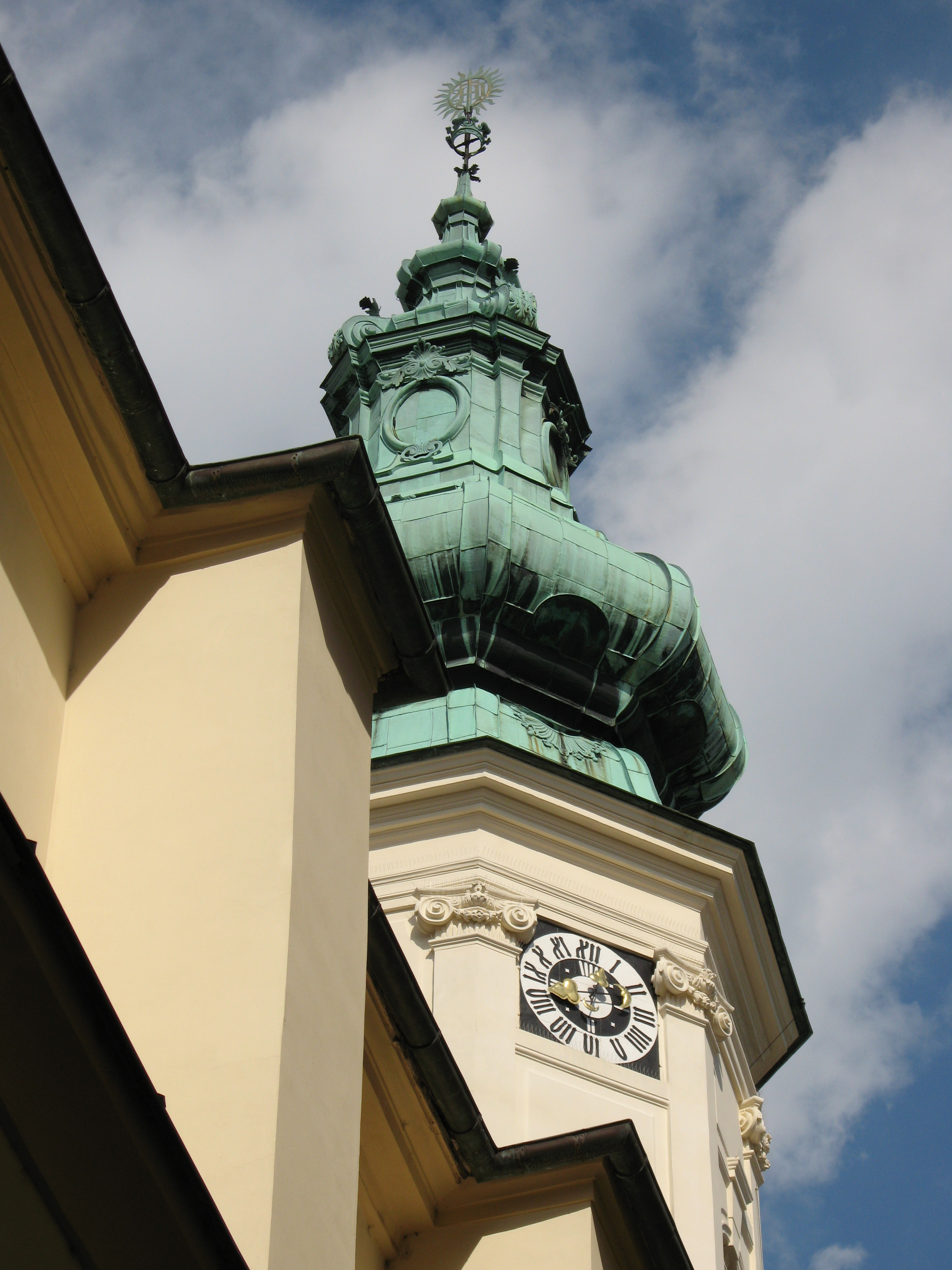
St. Anna
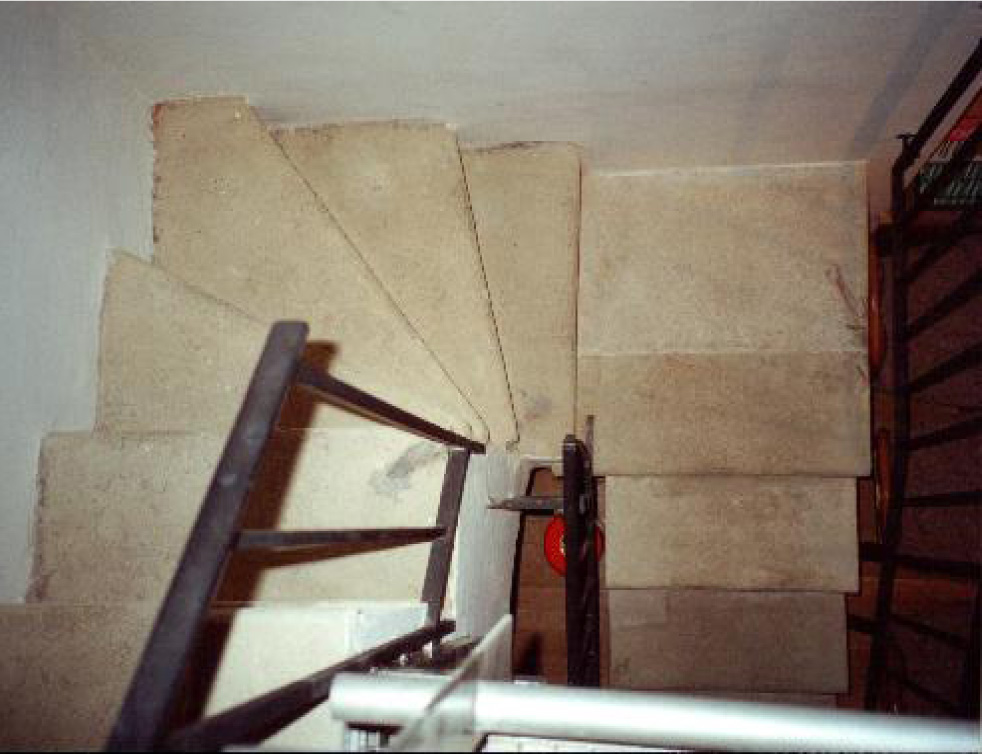
Turmstiege
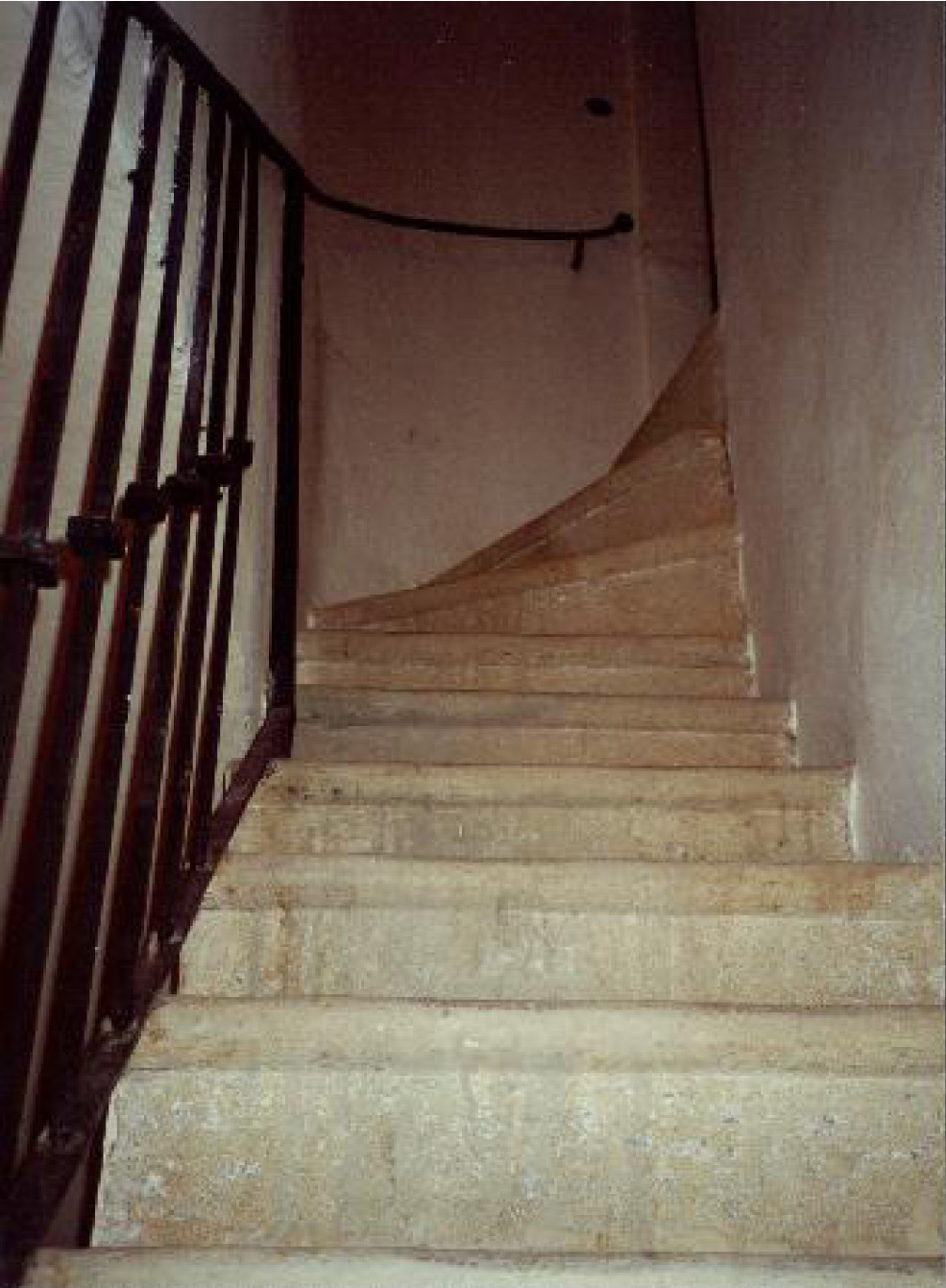
Stiege zur Empore

Anstelle einer spätgotischen Kirche entstand 1629–1633 die frühbarocke Jesuitenkirche, die im 18. Jahrhundert neu ausgestattet wurde. Besonders hervorzuheben sind die Deckenfresken und das Hochaltarbild von Daniel Gran. Eine Statue der Anna selbdritt wird Veit Stoß zugeschrieben.

## Kaiserstein für den Palatin von Ungarn Graf Nikolaus Esterházy in seiner Burg Forchtenstein

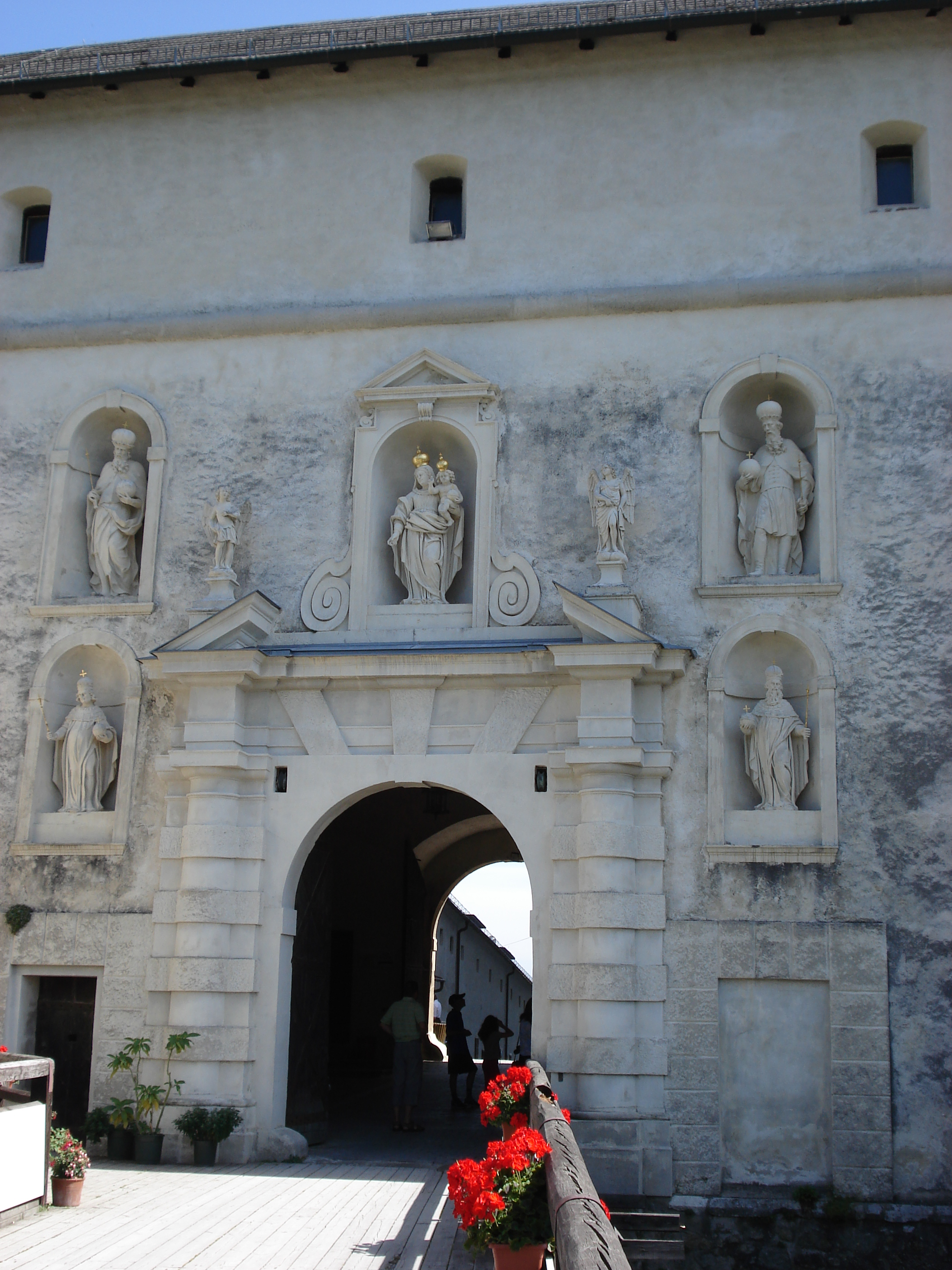
Hauptportal

Um 1450 starben die Herren von Forchtenstein mangels männlicher Nachfahren aus, und die Burg kam in den Besitz der Habsburger, die sie 170 Jahre besaßen und unter anderem an die Grafen von Weißbriach und Hardegg verpfändeten.
Im Jahr 1622 erhielt Nikolaus Esterházy, Stammherr der Esterházy, im Tausch die Burg von Kaiser Ferdinand II., und die Esterházy erhielten den Grafentitel. Nikolaus begann mit dem Ausbau der inzwischen baufälligen Burg zu einer Festung. Er schloss in den Jahren 1630 bis 1634 mit dem Wiener Baumeister Simone Retacco und ab 1643 mit dem Pallier Domenico Carlone Arbeitskontrakte über den Neubau der Burg ab. Die Baufachleute waren alle Italiener. Der Festungsbau wurde ein Großauftrag für Kaisersteinbrucher Meister, Ambrosius Petruzzy, Pietro Maino Maderno und Mathias Lorentisch. Kaiserstein wurde für Hauptportale, Brunnen, Stiegenstufen usw. verwendet.

## Kaiserstein für die Erzbruderschaft zum heiligen Rosenkranz in der barockisierten Dominikanerkirche
Nach dem fortschreitenden Verfall der alten Ordenskirche erfolgte ab 1631 der Neubau nach dem Plan von Giovanni Giacomo Tencalla. Bei der Dominikanerkirche waren zu dieser Zeit die Italiener, Baumeister Giacomo Spazzio, Cypriano Biasino und Antonio Canevale tätig.

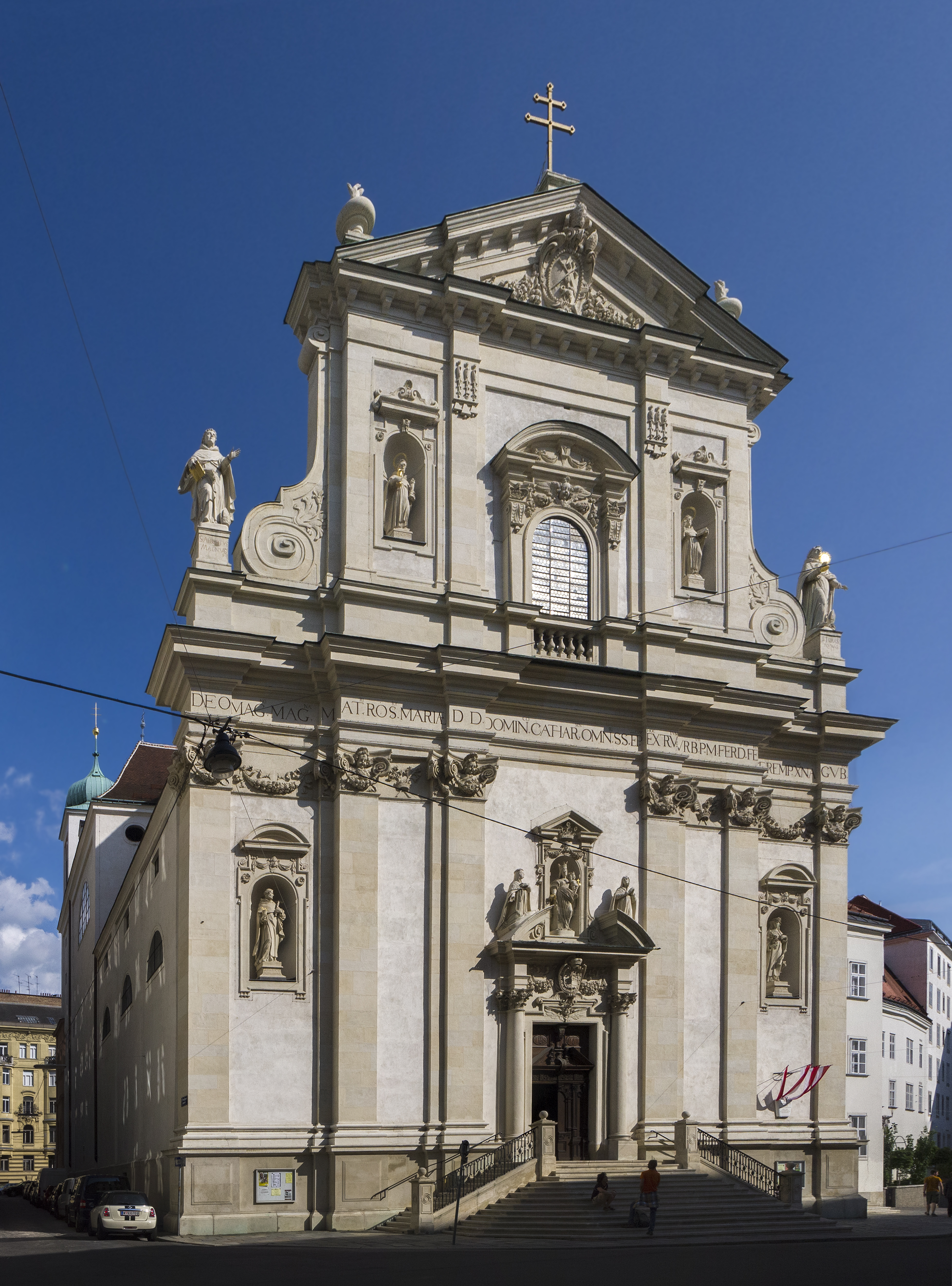
Dominikanerkirche
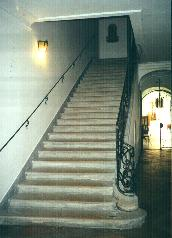
Kaiserstein Stiege im Dominikanerkloster
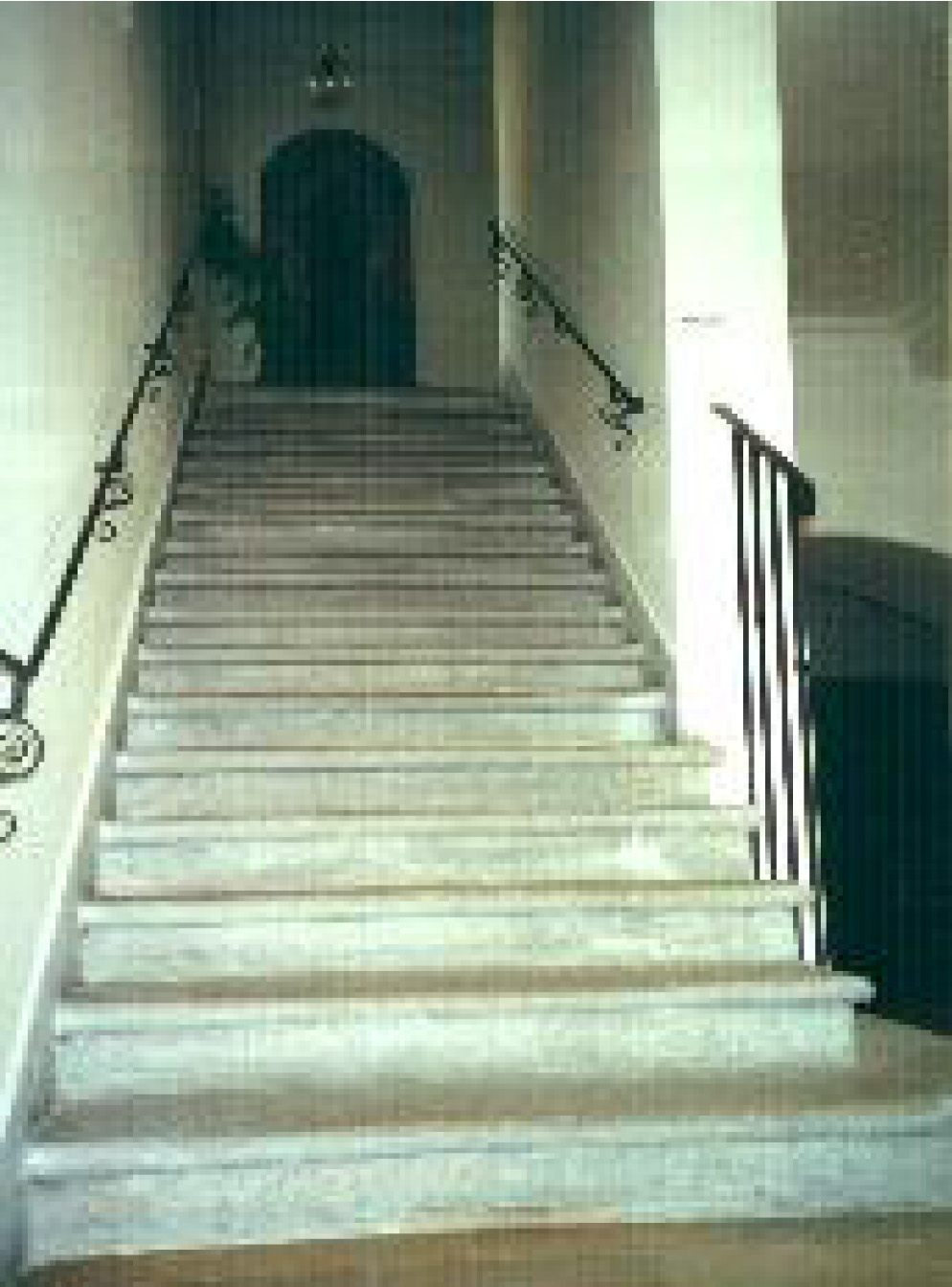
Himmelstiege

- 1627 starb im kayserl. Steinbruch der Steinmetzmeister Bernhard Tencalla; ein Teil seines Besitzes (Haus mit Steinbruch) wurde von Meister Hieronymus Bregno und Ehefrau Margaretha käuflich erworben. 1628 starb ebendort Antonius Tencalla, Bruder des Bernhard. So ist es nicht verwunderlich, dass wir Meister Hieronymus bei dieser Baustelle in Wien finden.
- Die Wiener Steinmetzmeister beschwerten sich am 2. März 1641 bei Abt Michael Schnabel, dass der Untertan des Stiftes Heiligenkreuz Hieronymus Bregno, verbotenerweise in Wien als Störer arbeitet, und bei denen Dominicanern lange Zeit untergeschlupft sei.[22]

Bregno wurde daraufhin sowohl Meister der Wiener Bauhütte und damit Bürger Wiens, zugleich auch Steinbruchpächter und Hausbesitzer im kayserl. Steinbruch.
Beim Rundgang mit dem P. Prior des Klosters wurden mehrere Stiegen im Klostertrakt, zur Kirchenempore, Antrittstufen zu einer Turmstiege, alle aus Kaiserstein, besichtigt. Im Turm ein Schnecken aus Holz.

## Kaiserstein für den Melker Hof in der Schottengasse 3

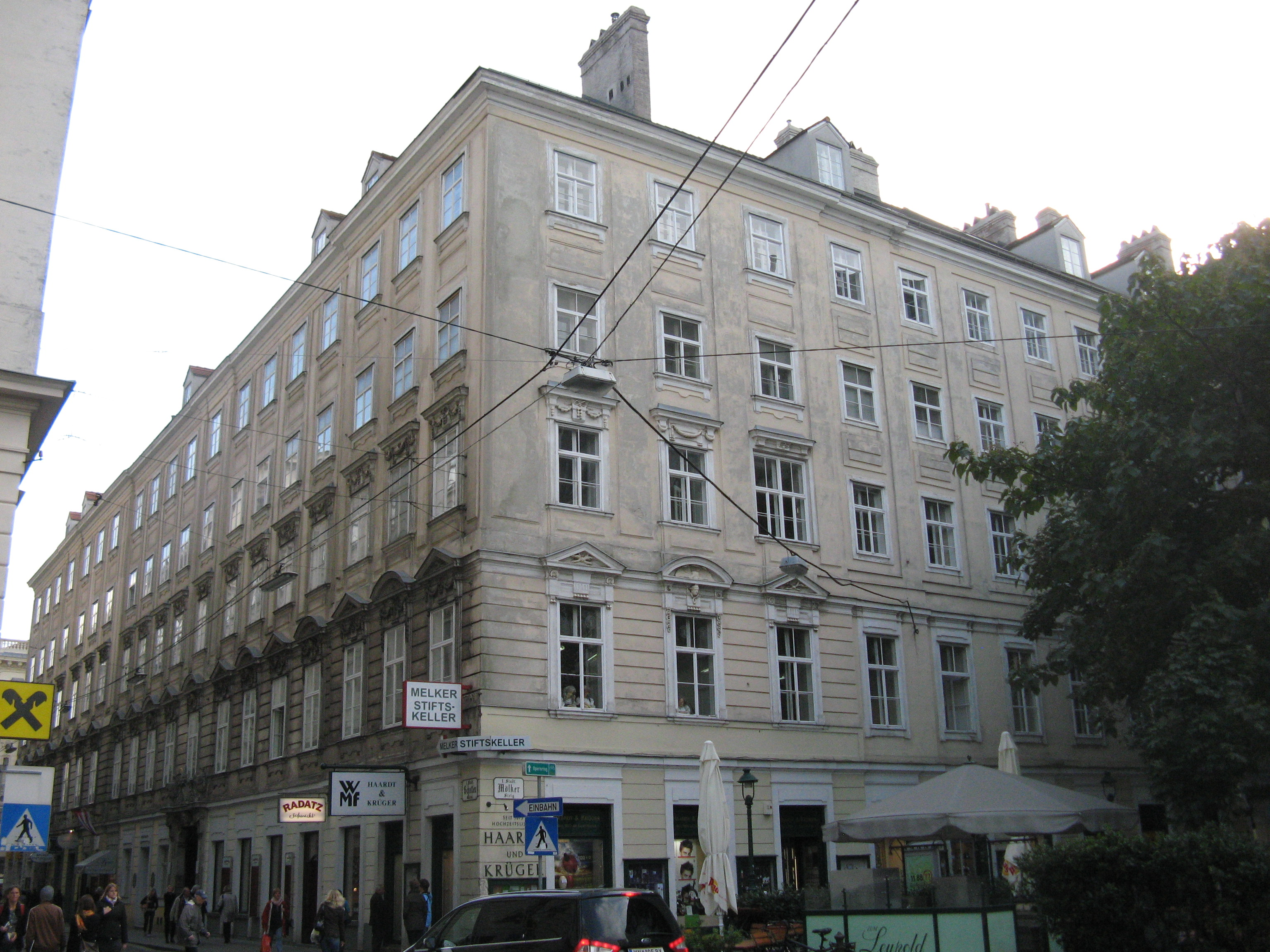
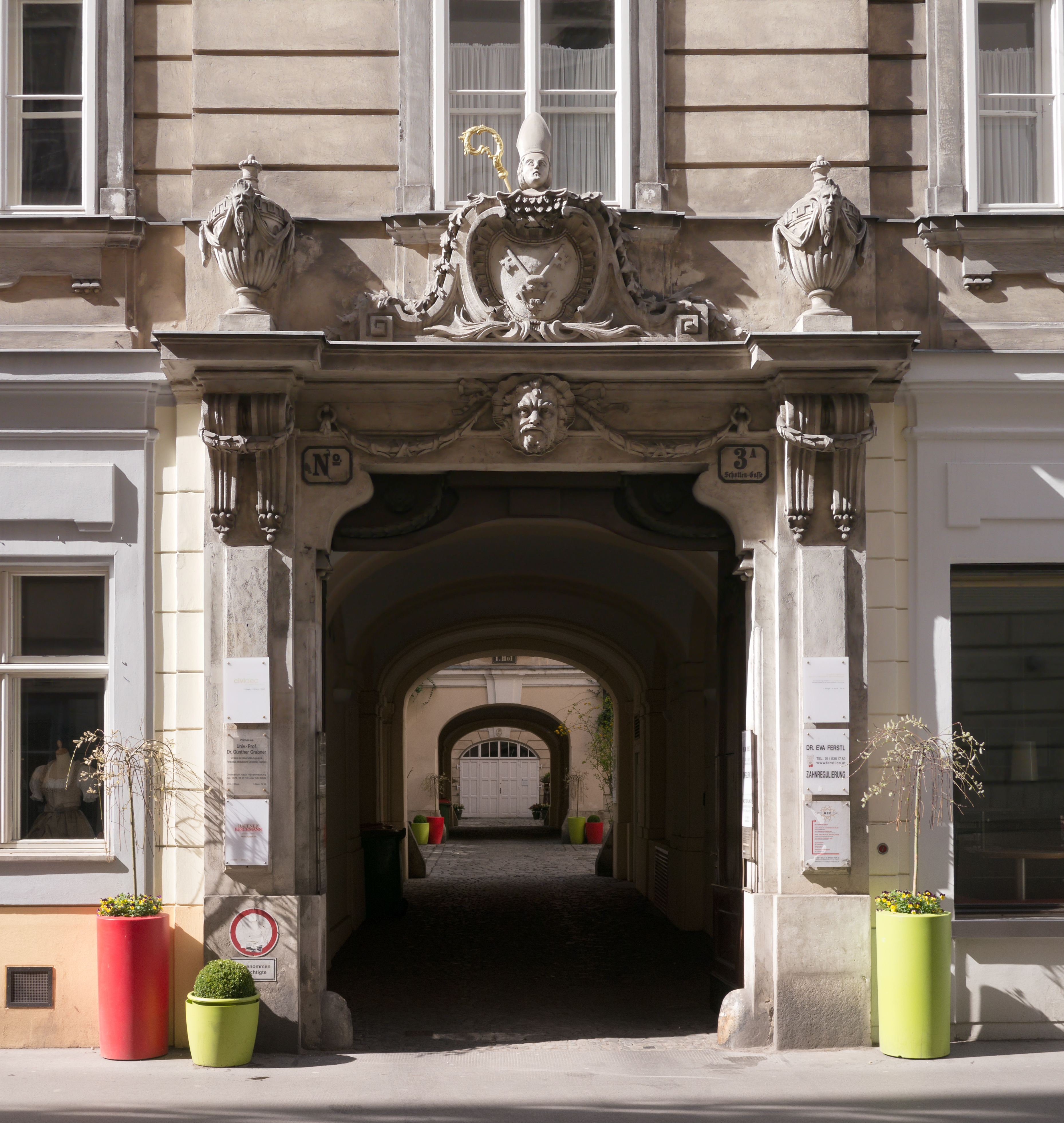
Portal
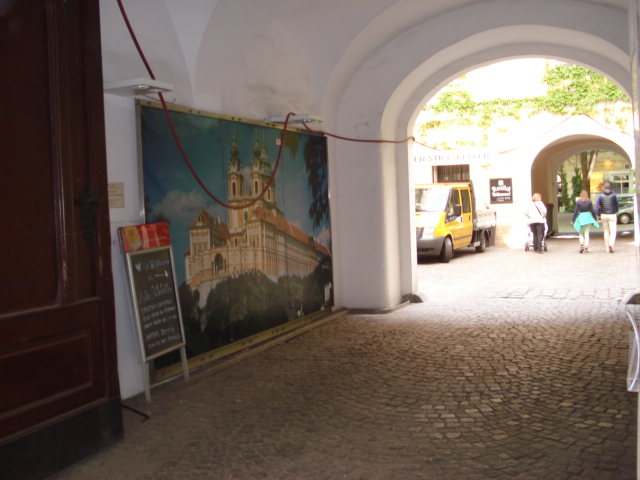
Einfahrt
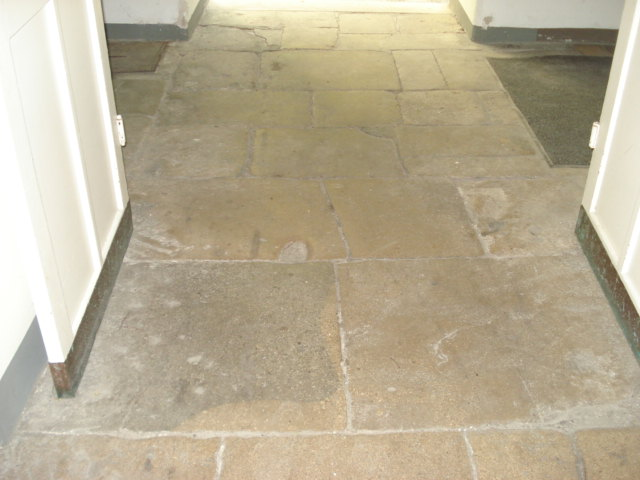
Bodenplatten
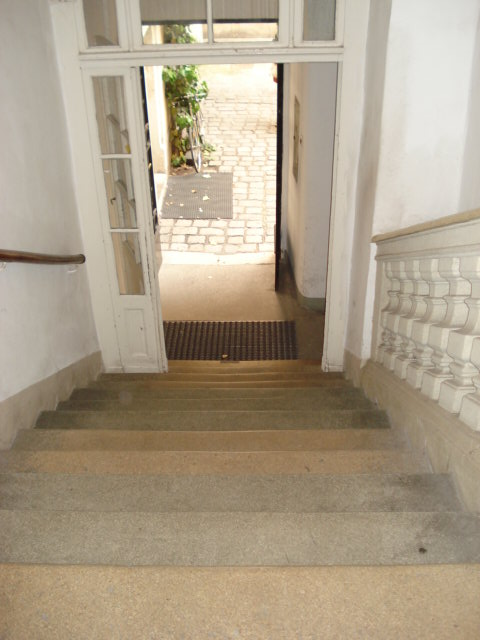
Stiegenhäuser
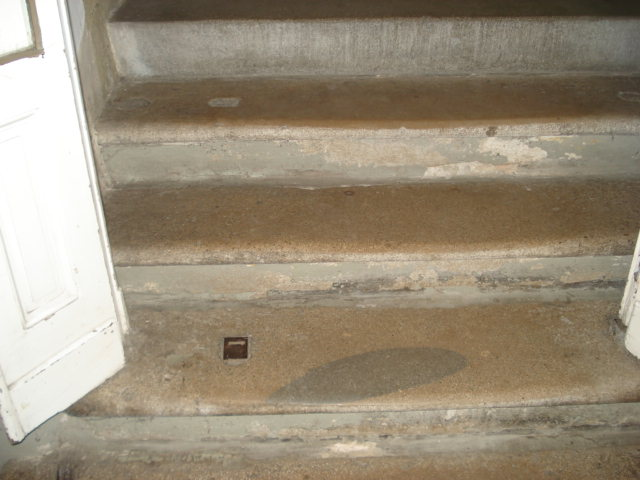
Kaisersteinstufen
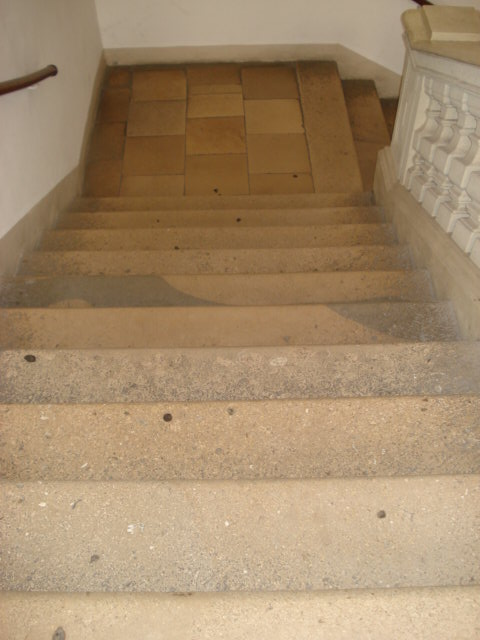

Dieser um vier Innenhöfe angeordnete, ursprünglich auf drei Seiten freistehende Stiftshof ist ein bedeutendes Beispiel des Barockklassizismus. Der 1631 erweiterte spätgotische Bau wurde bis 1774 von Josef Gerl zum ältesten neuzeitlichen Mietshaus Wiens adaptiert. Er ist mehrfach durch flache Risalite gegliedert und im Zopf- und Plattenstil gehalten. Von Gerl stammt auch die Rokoko-Kapelle in der Anlage. Die gesehenen Stiegen, Podeste und Bodenplatten bestehen aus Kaiserstein mit den blauen Einsprengungen.

## Kaiserstein für Augustinerkirche und -kloster, die kaiserliche Hofpfarrkirche
1632 erfolgte der Abbruch der Klostergebäude und mehrgeschoßiger Neubau mit dem Straßentrakt.

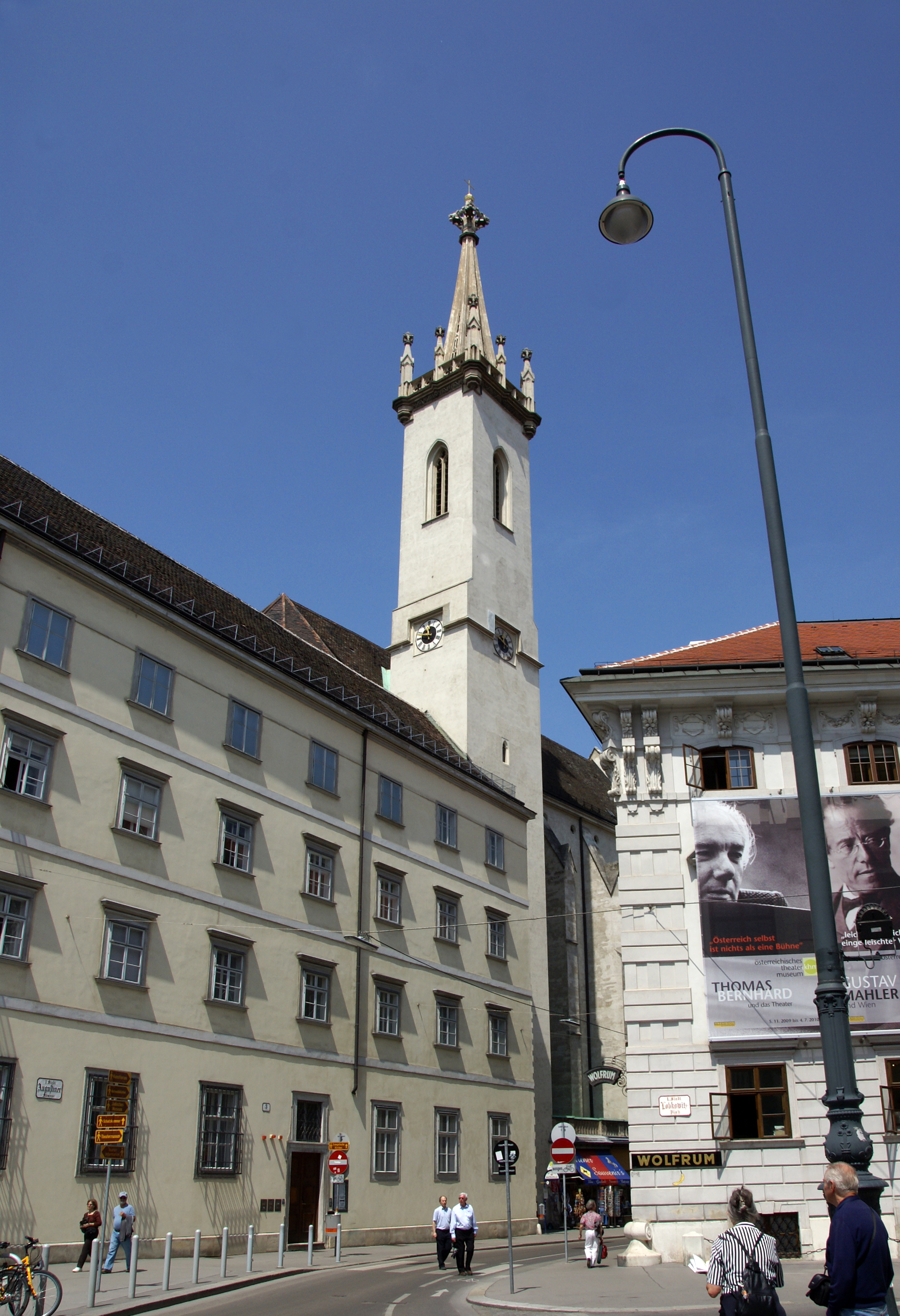
Augustinerkirche
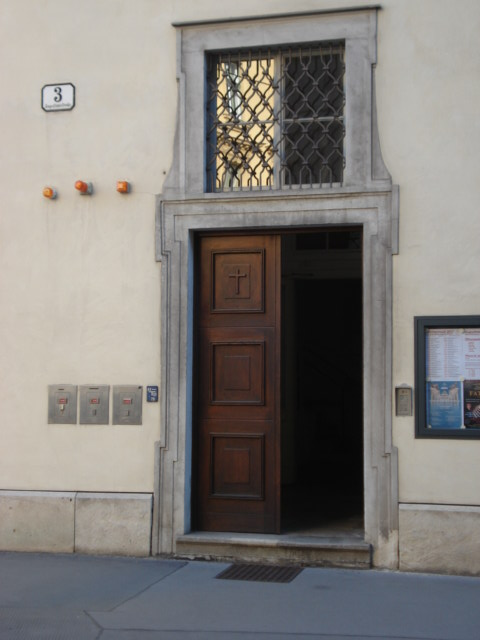
Augustinerg. 3, Portal
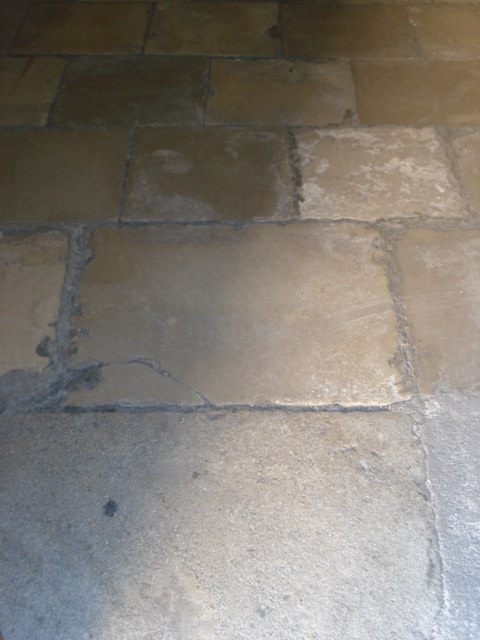
Bodenplatten aus Kaiserstein
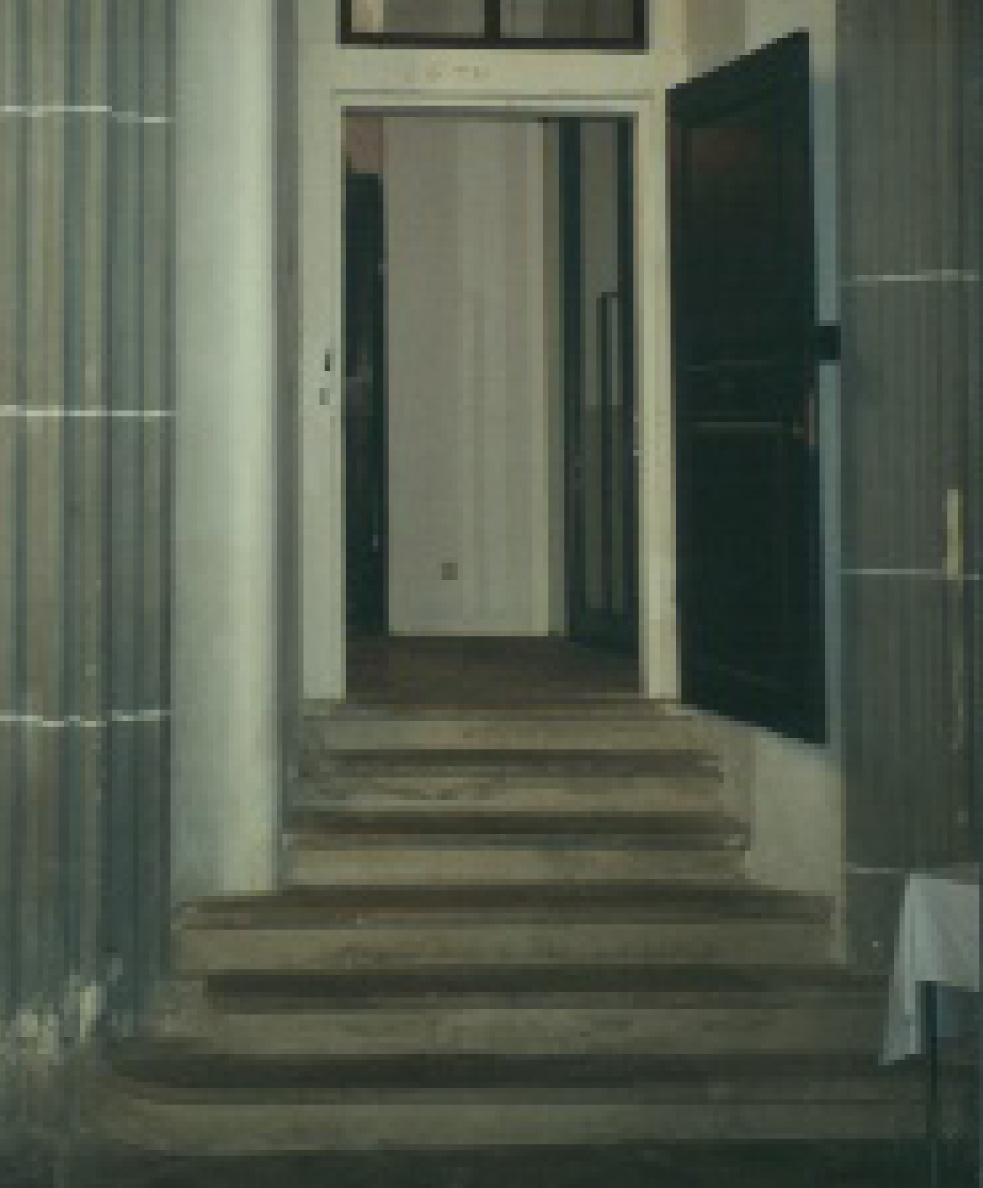
Augustinerkirche Stufen

Am 24. November 1684 heiratete Maria Raymunda Regondin bei den Augustinern, der kaiserlichen Hofkirche zu Wien, den Wiener Bürger und Goldschmied Johann Baptist Sader. Sie war die Tochter des nobilitierten Kaisersteinbrucher Hofsteinmetzmeisters Giorgio Regondi und Schwester von Abt Raymundus Regondi im Stift Altenburg.

## Kaiserstein für Graf Paul Pálffy, Palatin von Ungarn, in seinem Gartenpalast am Pressburger Burgberg

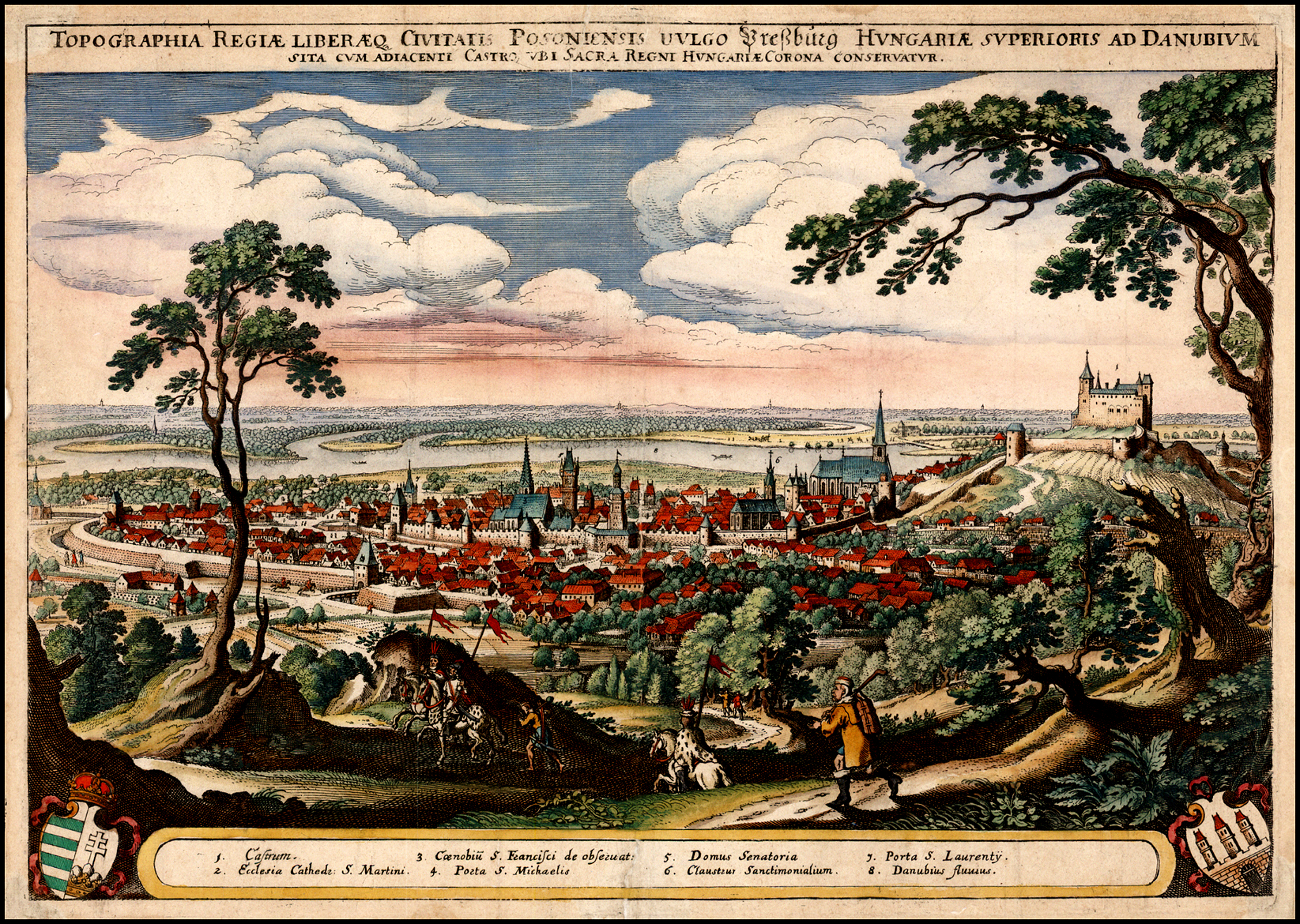
Pressburger Burg 17. Jh.

Während der Umbauarbeiten im 16. und 17. Jahrhundert (Türkenkriege, Reformation) wurde die Pressburger Burg mehrmals befestigt: 1552–1562 wurde die Burg im Renaissancestil umgebaut. Seit 1608 beherbergte der Südwestturm die ungarischen Kronjuwelen; seither wird er auch als Kronturm bezeichnet. 1635 bewilligte der ungarische Landtag bauliche Veränderungen an der Burg. Palatin Graf Paul Pálffy beauftragte den Architekten Hans Alberthal (= Giovanni Albertalli aus Roveredo, Graubünden, Schweiz), die Aufsicht hatte der kaiserliche Hof-Baumeister Giovanni Battista Carlone.
Zugleich mit dem Umbau der Burganlage in Pressburg, den Palatin Paul Pálffy leitete, ließ er 1636 seine Sommerresidenz nach dem Plan des Giovanni Battista Carlone auf dem Burgberg beginnen. Er ließ dazu einen Garten planen, der von Architekten und Gärtnern als ein Terrassensystem mit langen Spalieren und Freitreppen gestaltet wurde. Den Höhepunkt dieses Gesamtkunstwerkes bildeten aufwendig gestaltete Springbrunnen des Hof-Bildhauers Pietro Maino Maderno. Der Name ihres Bildhauers – Pietro Maino-Maderno – dürfte wohl bezeugen, dass sie zu den Spitzenleistungen seiner Gattung gehört haben. 1641, zur Zeit der Fertigstellung, war diese Gartenanlage in der Habsburgermonarchie einmalig. Aus dem nahen kaiserlichen Steinbruch am Leithaberg erfolgten große Lieferungen von Kaiserstein und Steinmetzarbeiten.

## Kaiserstein für das Haus mit dem Renaissanceportal in Sonnenfelsgasse 15

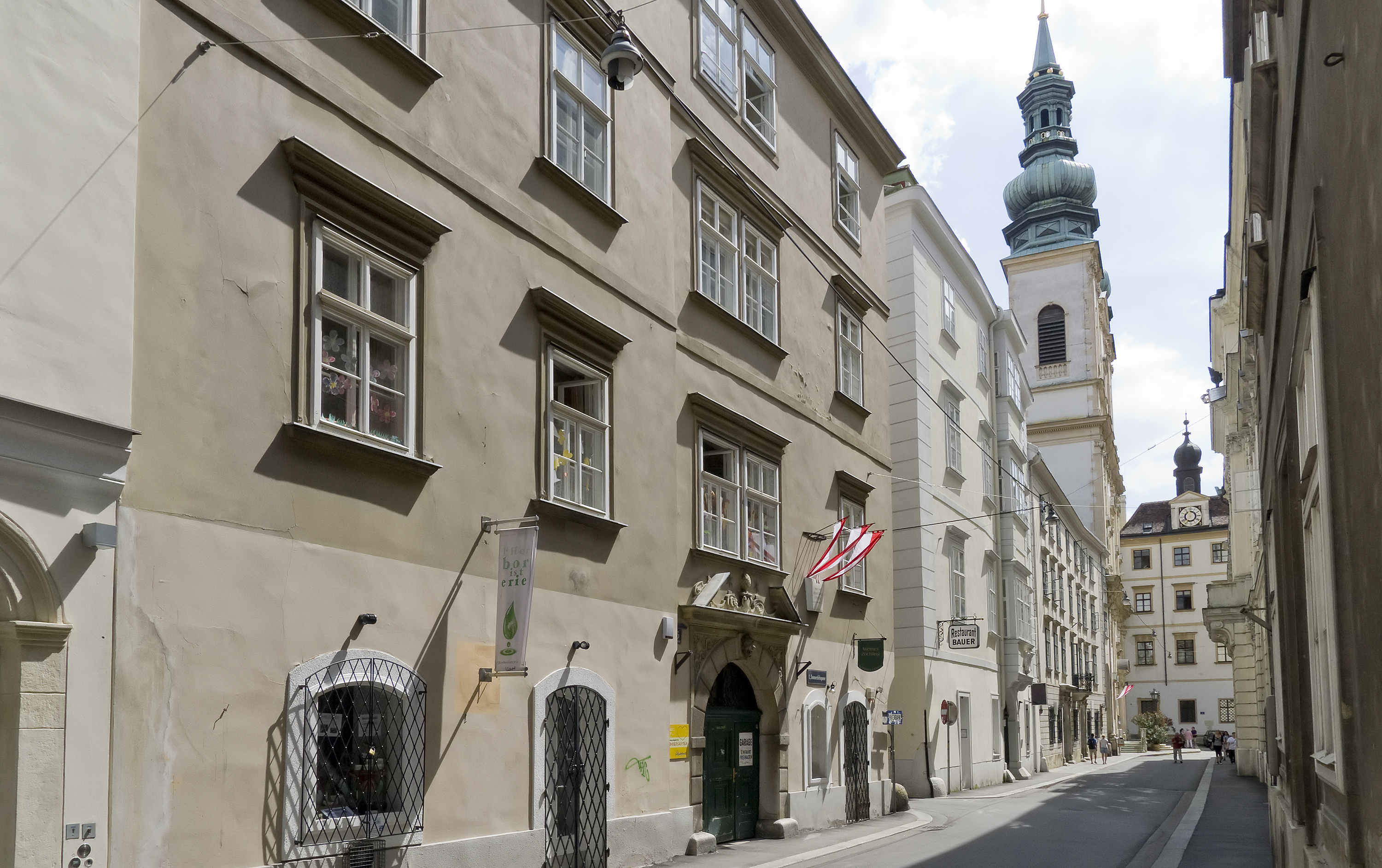
Haus mit Renaissanceportal

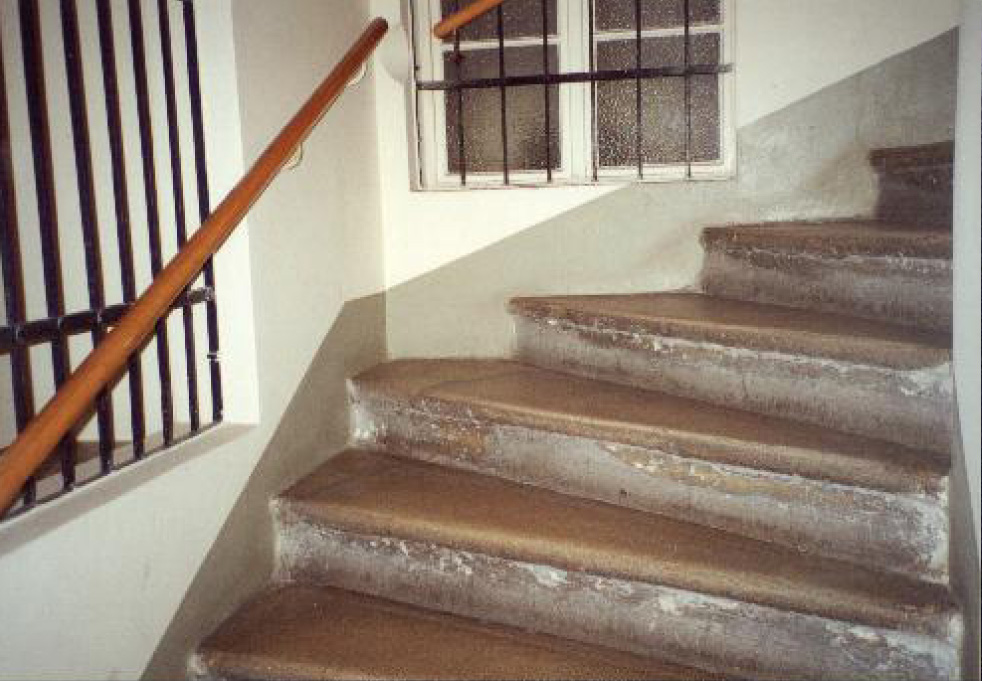
Stufen aus Kaiserstein

Urkundlich erwähnt wird ein Gebäude an dieser Stelle seit 1411, das jetzige Haus wurde um 1635 erbaut und 1808 aufgestockt. Im Erdgeschoß befand sich lange eine Druckerei. Ein bemerkenswertes Element ist das Renaissanceportal mit einer Löwenmaske im Abschlussstein mit einem angedeuteten Dreiecksgiebel und einem Pinienzapfen mit flankierenden Voluten oberhalb der geraden Verdachung. Es ist ein Rest des Vorgängerhauses und geht auf die Zeit zwischen 1570 und 1580 zurück.
Stiegenstufen bestehen aus Kaiserstein.

## Kaiserstein für die Kartause Mauerbach
Die Kartause Mauerbach erlebte unter Abt Georg Fasel (1616–1631) eine intensive Bautätigkeit, auf die die heutige Ausgestaltung zurückgeht.

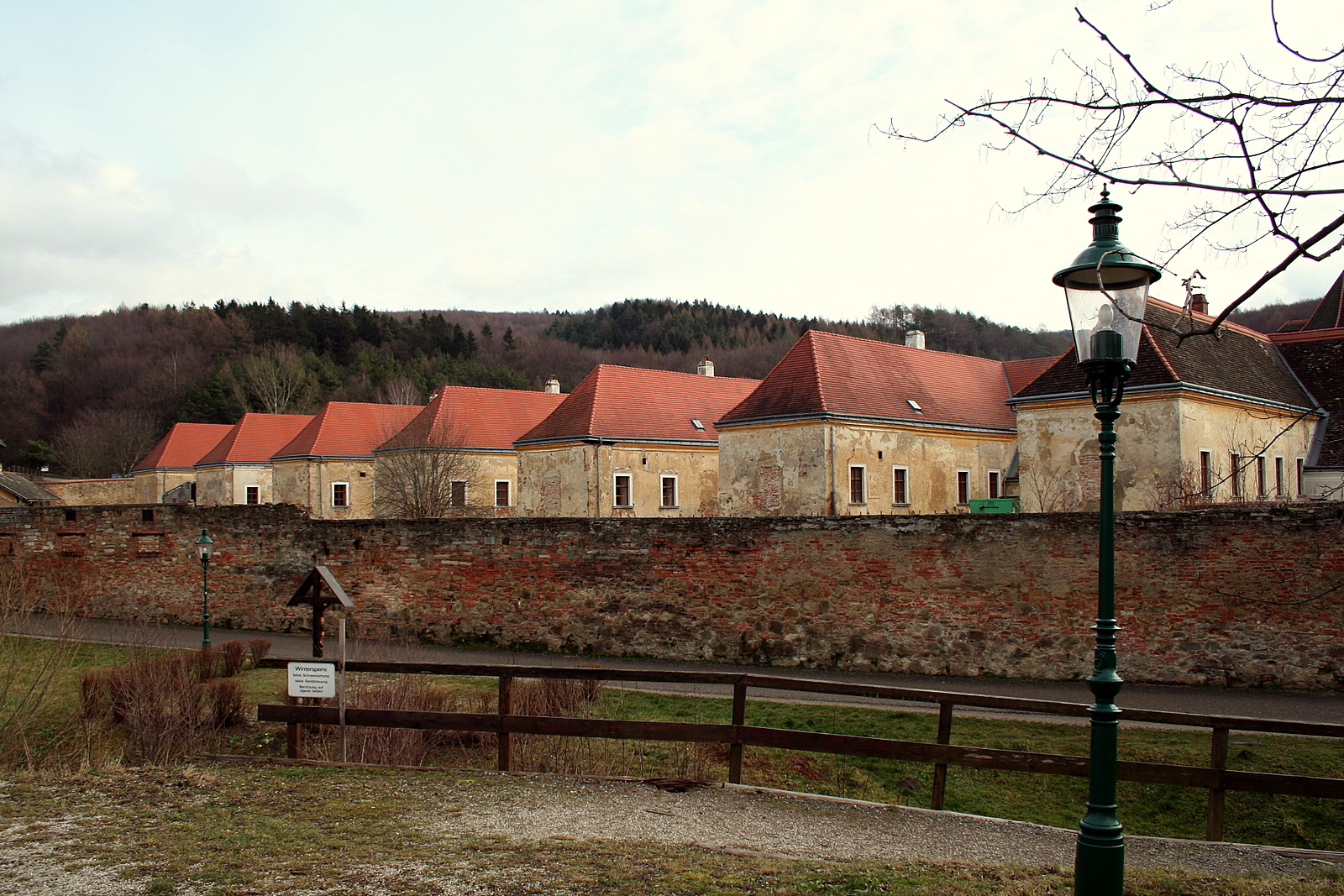
Nördlicher Mönchszellentrakt
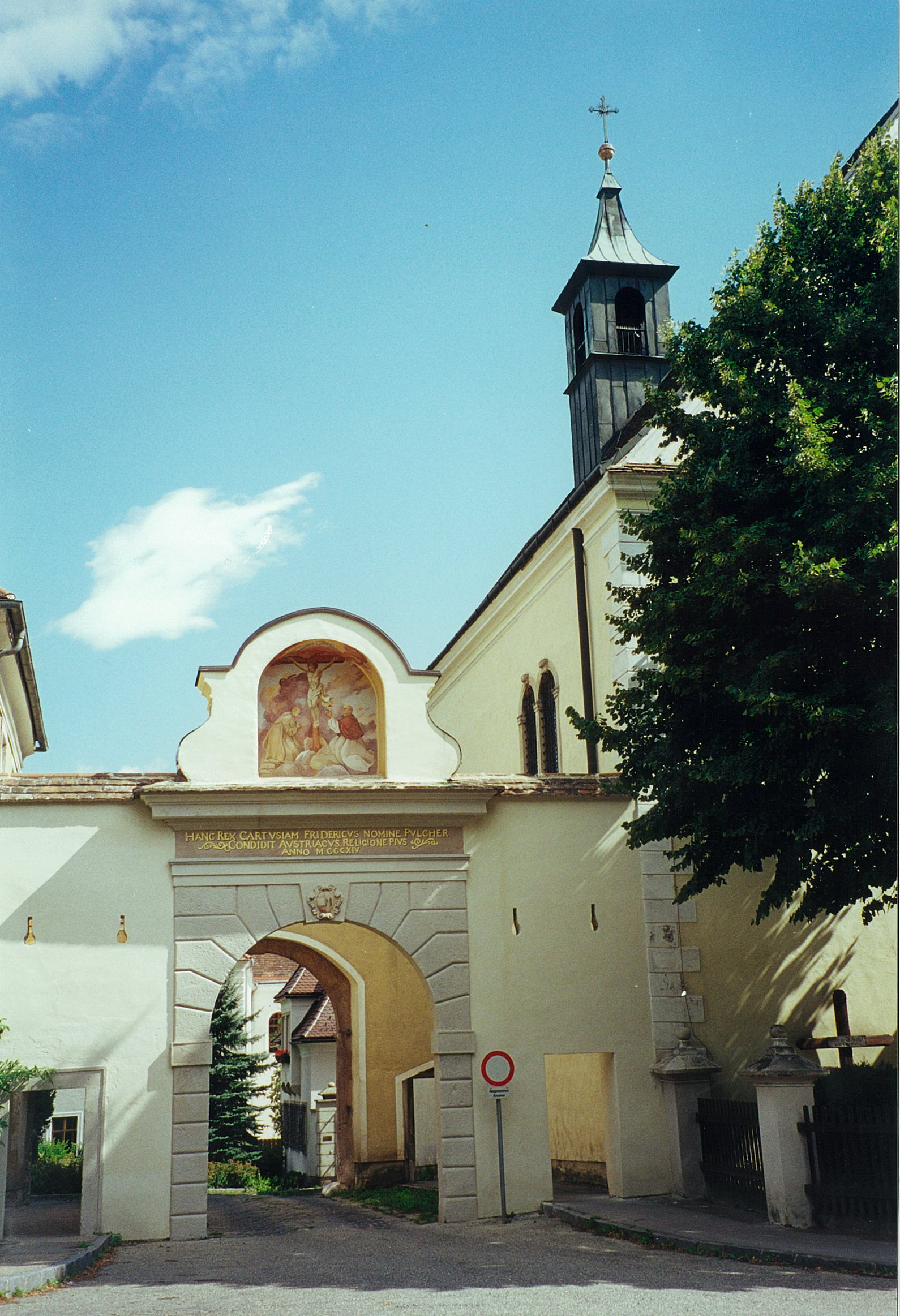
Porta Prima
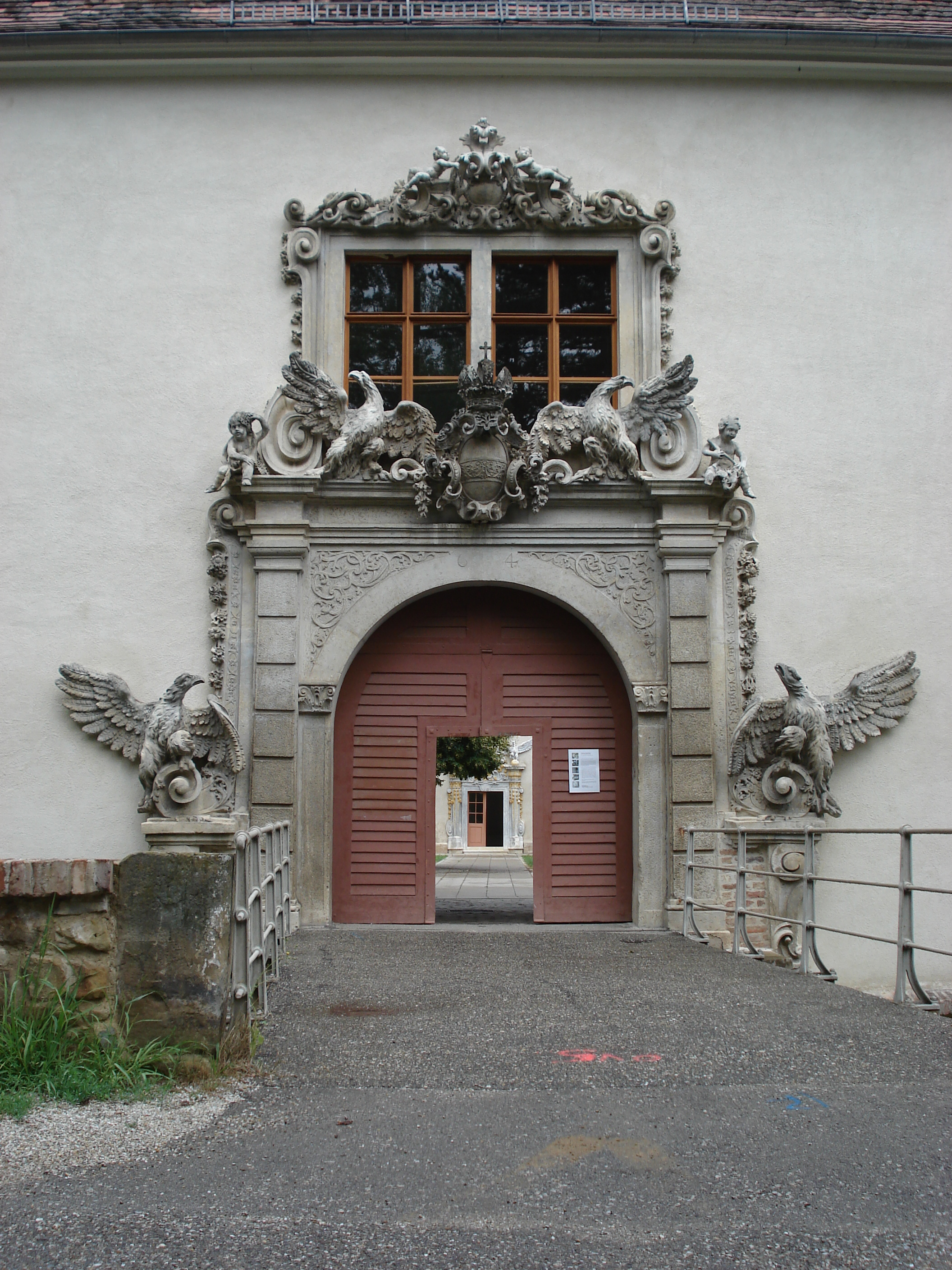
Adlertor
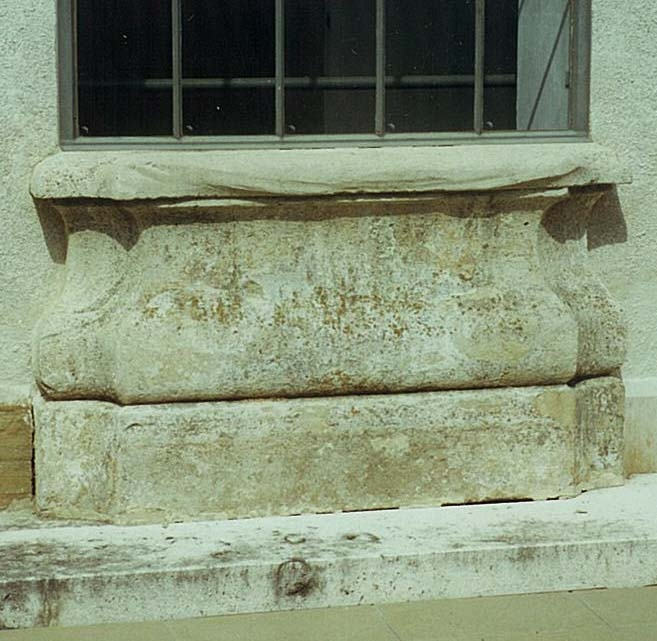
Hofbrunnen
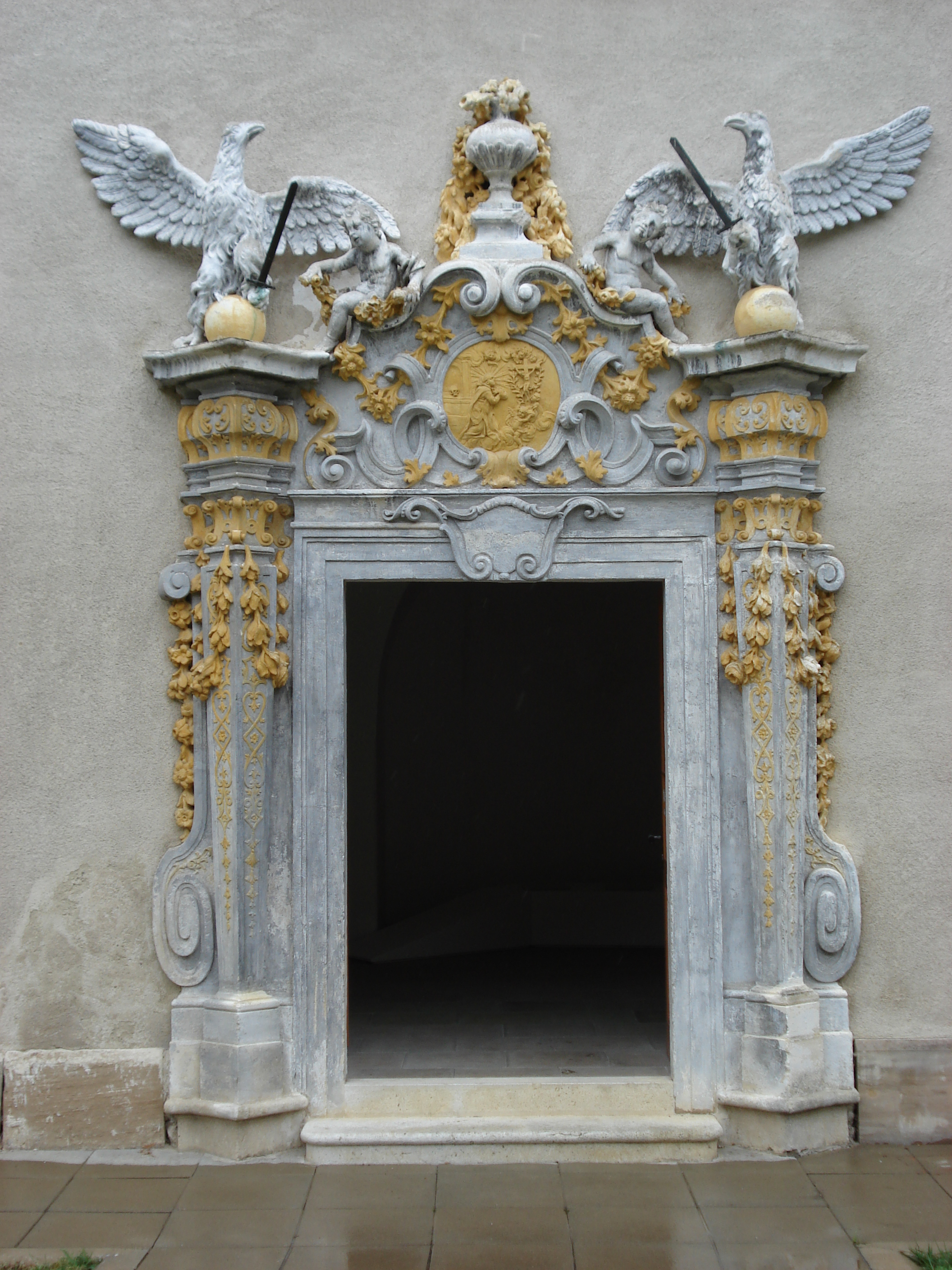
Kleines Kaisertor
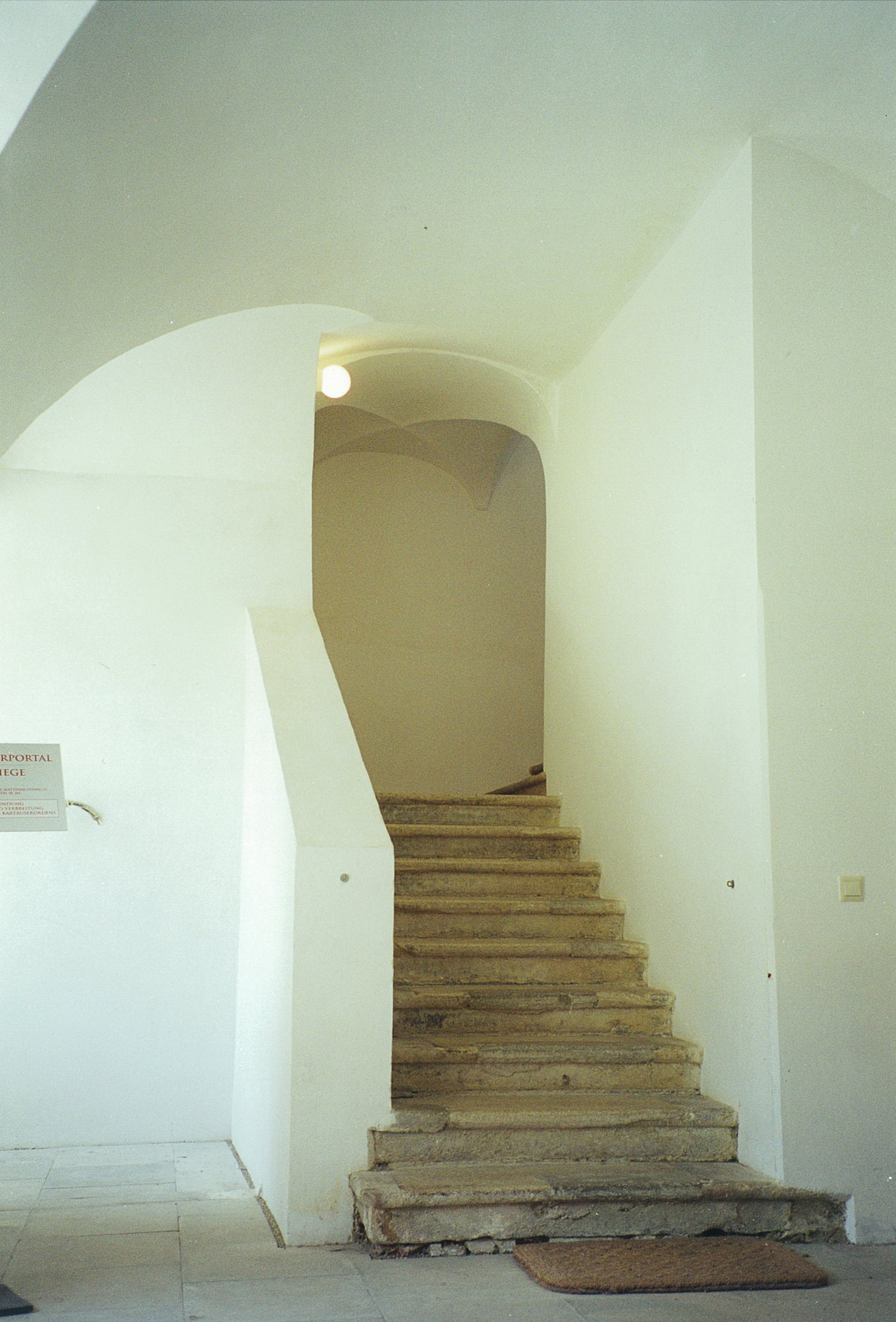
Vorraum
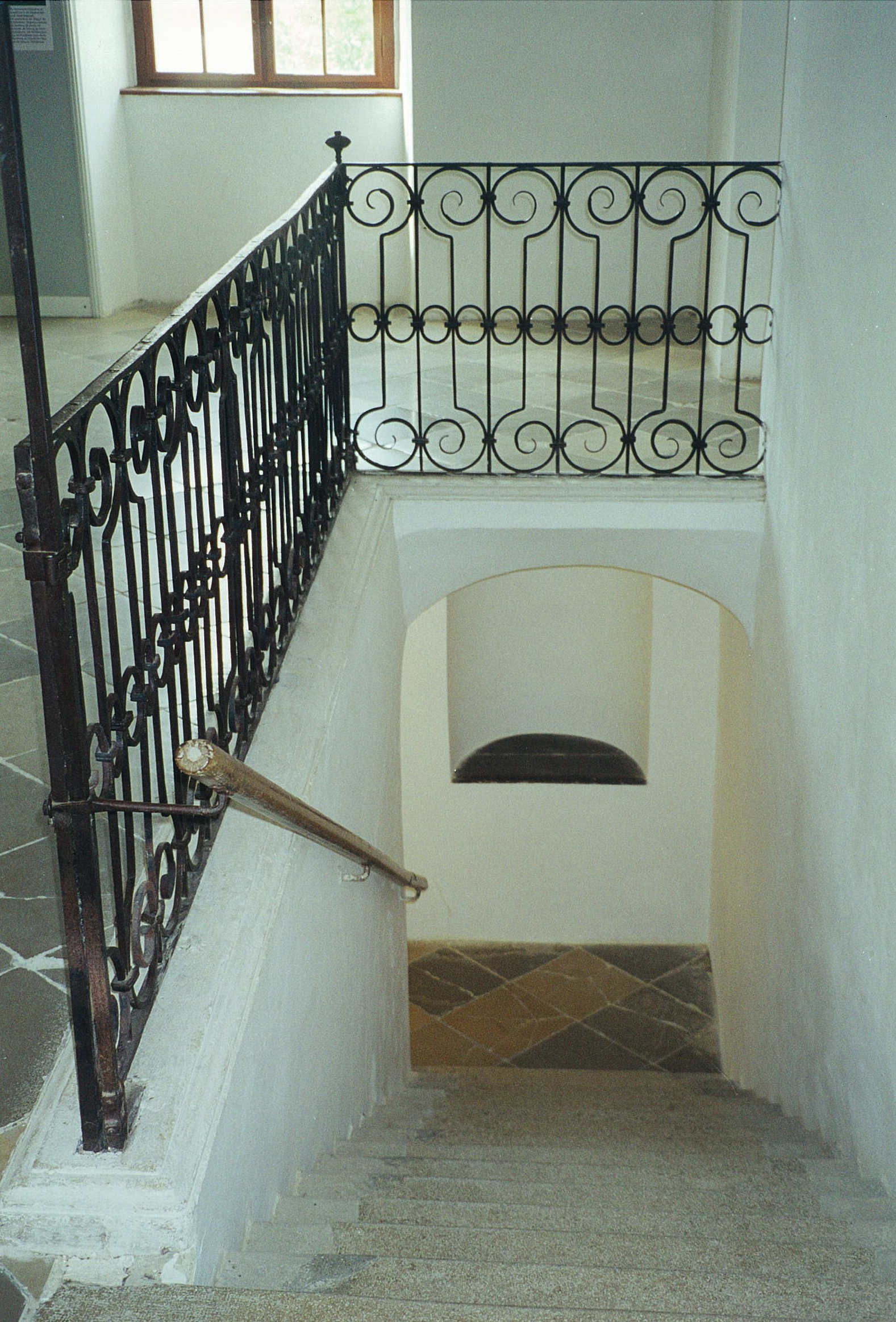
Stiege
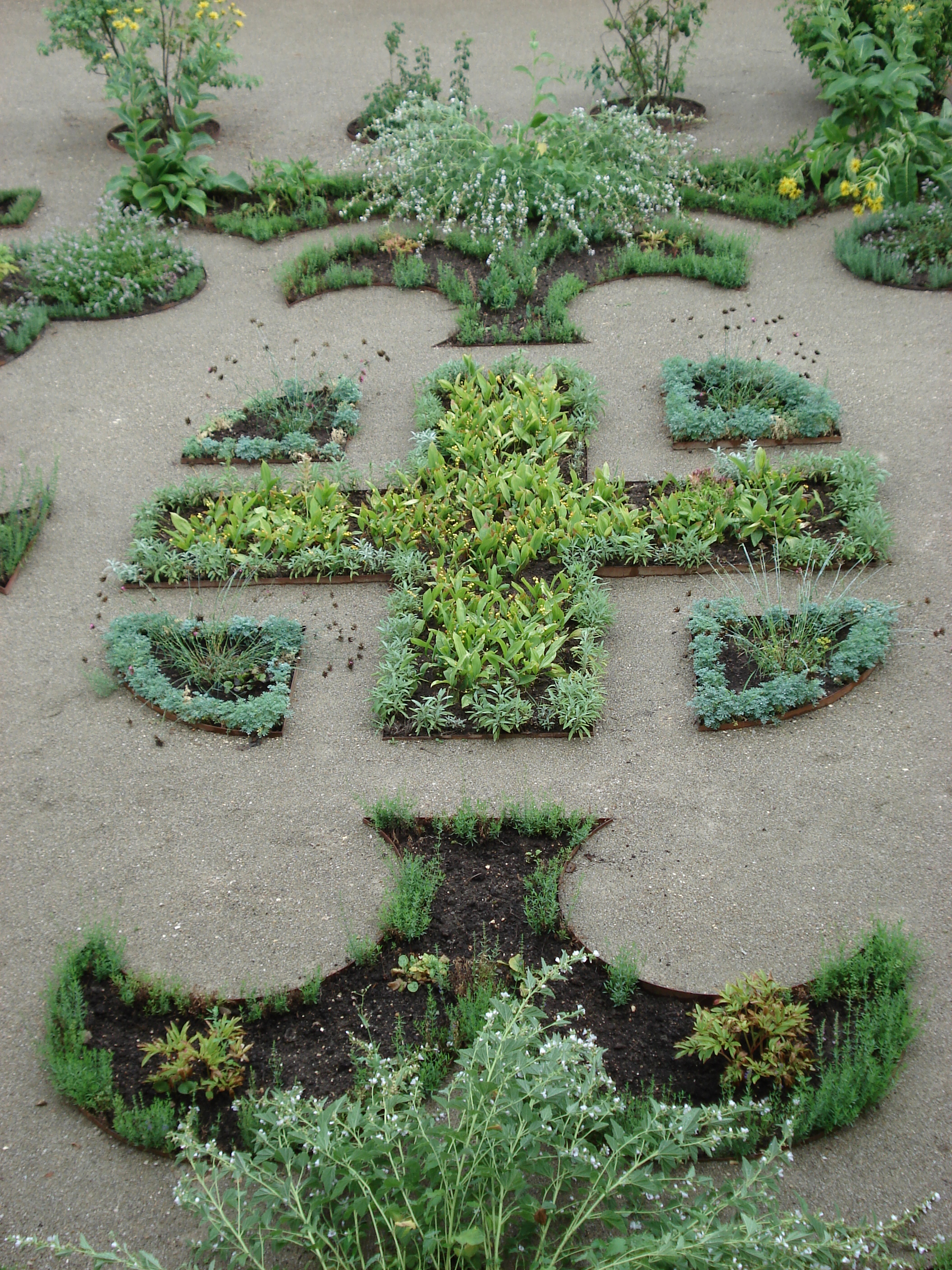
Christus-Garten

Leithakalk aus Kaisersteinbruch, Kaiserstein für Fenstersohlbänke, Türgewände und Schwellen, Torgewände, Radabweiser, Säulen im Kaisergarten, das Brunnenbecken im Prälatenhof und Stiegenstufen, vor allem aber hochrangige Portale, wie der äußere Eingang der Porta Prima und Architekturteile des Adlertores und des kleinen Kaiserportales, alle aus den 1640er Jahren.

## Ferdinand III. begehrt vom Heiligenkreuzer Abt einen Steinbruch für seine Hofsteinmetzen
In einem Schreiben des römisch-deutschen Kaisers Ferdinand III. an den Abt von Stift Heiligenkreuz Michael Schnabel vom 5. Mai 1642 fordert er, demnach Ihro kayserliche Majestät zu Dero Bau ein Ort, wo etwa gute Stein zu brechen sein möchten … und dass sich ein dergleichen Ort am Leithaberg befinden solle. … Also begehren Ihre kayserliche Majestät an Ihme Herrn Abten er wolle solche Ort zu einem Steinbruch, doch gegen Abstattung eines gebührlichen Kaufschillings, denen Hofsteinmetzen überlassen.
Als Antwort des Stiftes wurden in diesem Jahr 1642 Steinbrüche an die Wiener Steinmetzmeister und Bildhauer Hans Herstorffer und Peter Concorz verpachtet. Das war die größte Konkurrenz der Kaisersteinbrucher Meister.

## Kaiserstein für Kaiserin-Witwe Eleonora Gonzaga in ihrem Lustschloss
Oben erwähnter Bau ist Schloss Schönbrunn, diese Bezeichnung wurde am 24. Jänner 1642 erstmals urkundlich genannt. Ansonsten war „Katterburg“ üblich, die der Kaiser für seine Stiefmutter Kaiserin-Witwe Eleonora Gonzaga ausbauen ließ. Die Gonzaga, eine kunstsinnige Frau, stand im gesellschaftlichen Mittelpunkt des Hoflebens. Das machte einen entsprechenden Schlossbau notwendig. Im Jahre 1994/95 fanden archäologische und bauhistorische Freilegungen des Gonzaga-Baues statt. Die Untersuchung der Gesteinsproben belegte Kaiserstein im Bereich einer Steintreppe.

## Kaiserstein für die Schottenkirche, einst älteste Klosterkirche Wiens
Die romanische Kirche wurde 1200 geweiht, beim schweren Erdbeben von 1590 gab es große Schäden, 1635 brannte der Turm durch Blitzschlag ab, wurde im Jahr darauf erneuert, brach aber am 3. Februar 1637 abermals zusammen.

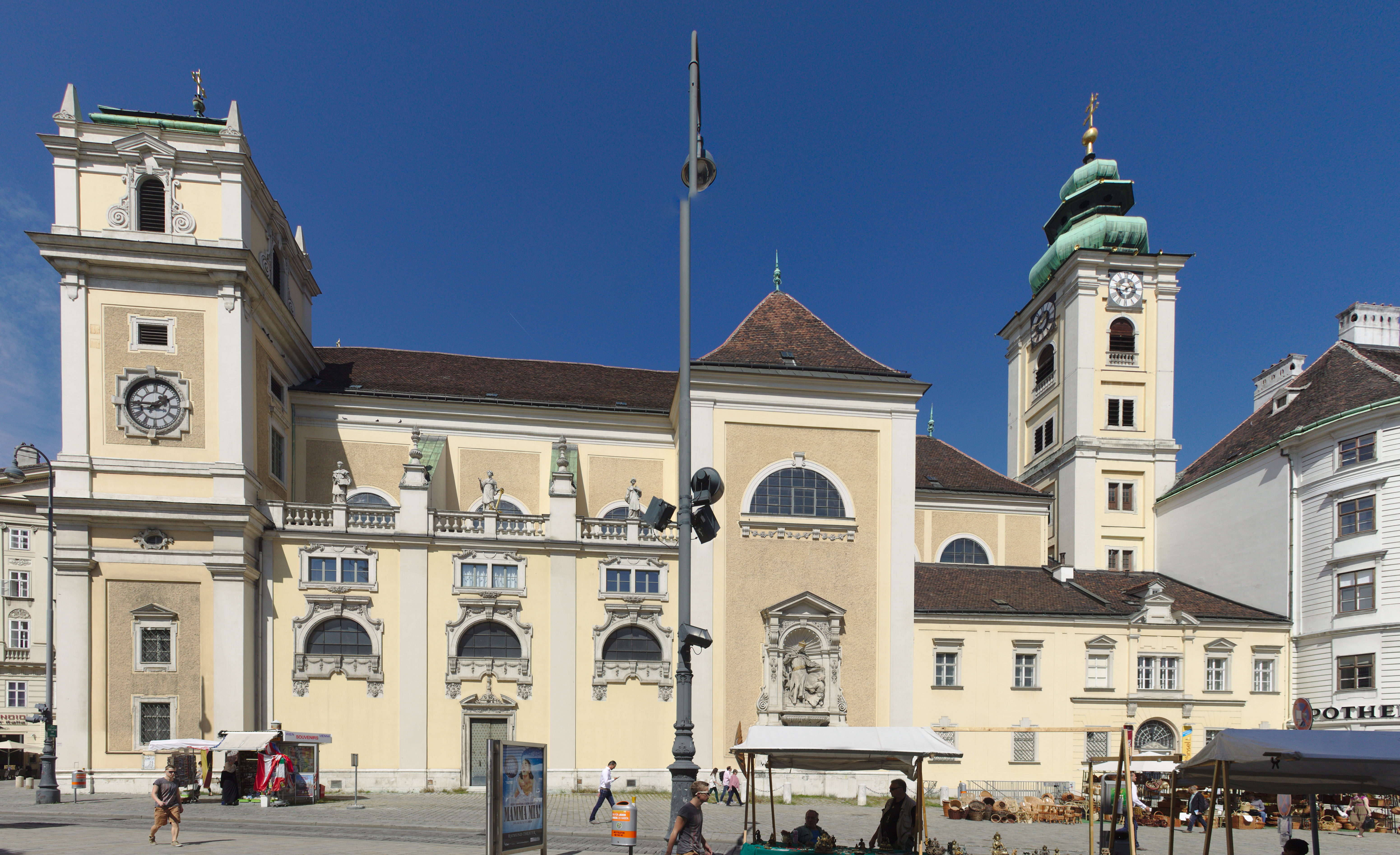
Schottenkirche

Im Juli 1638 schloss Abt Johann Walterfinger des Schottenstiftes mit Marco Martino Spazzio und Antonio Carlone, Maurer und Baumeister in Wien, einen Vertrag. Abt Johann starb während der Bauarbeiten, am 2. März 1642 vergab der neue Abt Anton Spindler den Auftrag an Andrea Allio den Älteren und dessen Neffen Andrea Allio den Jüngeren, wonach die alte Kirche abgerissen und die neue samt zwei Türmen und Gruft aufgebaut werden sollte.
- Sämtliche Steinmetzarbeiten wurden Peter Concorz, kaiserlicher Kammerbildhauer und Hofsteinmetz, übertragen. In den Jahren 1642/43 begann der Wiederaufbau der Schottenkirche. Die Frage nach den verwendeten Steinen wurde durch den Kauf eines Steinbruchs in Kaisersteinbruch beantwortet.

- Kauf- und Verkaufsvertrag vom 14. Juni 1642[30] zwischen Abt Michael Schnabel vom Stift Heiligenkreuz und dem bürgerlichen Bildhauer und Steinmetzen in Wien, Petrum Concorz. Kaufobjekt waren ein Steinbruch und ein Grundstück für ein zu erbauendes Haus … in Kaisersteinbruch.
- Besichtigung zweier Wendeltreppen in der Kirche, in der Seitenkapelle der hl. Barbara und in einem der Westtürme. Beide aus hartem Kaiserstein.[31]

## Kaiserstein für das Palais Nimptsch in der Bäckerstraße

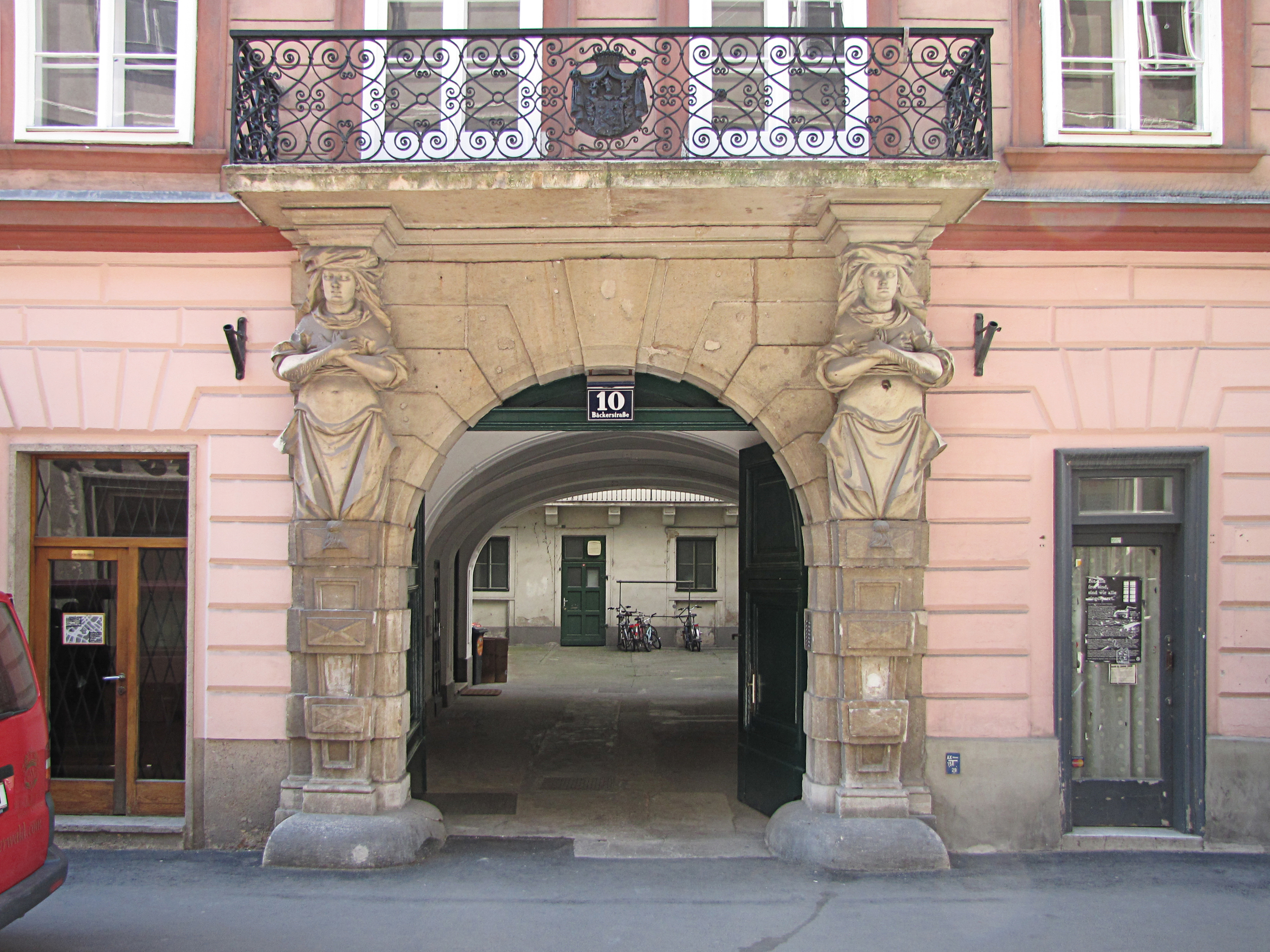
Portal

Das ehemalige Spätrenaissance-Palais ist ein Eckhaus mit durchgehend genuteter Fassade. Diese wird durch durchgehende Gesimse stockweise waagrecht gegliedert. Die Fenster der Beletage liegen wegen der schlechten Lichtverhältnisse in der engen Bäckergasse im zweiten Stock.
Auch die großzügige Zweipfeilerstiege mit den Kreuzgratgewölben über den Podesten wurde noch vor 1639 erbaut. Sie ist die älteste erhaltene Treppe ihrer Art in Wien. Stufen und Bodenplatten sind aus Kaiserstein. Das Geländer dürfte aber bei Franz Duschingers Umbau neu angefertigt worden sein. Im tonnengewölbten Keller befindet sich ein genutetes Rundbogenportal aus der Erbauungszeit.

## Kaiserstein für die Vesperbildkapelle in der Michaelerkirche
Am 5. Mai 1644 ist ein ehrsames Handwerk der bürgerlichen Steinmetz- und Maurermeister zu Wien bei Herrn Jacob Spazzio, Unterzechmeister wegen
- Meister Ambrosius Petruzzy und Meister Antonius Purisol, beide aus dem kaysl. Steinbruch – die Steinmetzhütte St. Michael betreffend – halber beisammen gewesen. Es wurde entschieden, dass Meister Ambrosius die Hütte alleine verbleiben solle, und solle hinführo kein Meister zwei Hütten zugelassen, noch in einer Hütte zwei Meister ferner passiert werden.
- Verzeichnis und Ausgaben für Unser Frauen Ihre Capelle:
  - Erstlich dem Maurermeister Antonius Carlone für die Capelle Unser Frau, St. Anna und St. Sebastian, in allem geben … 309 fl 45 Kr.
  - dem Steinmetzmeister Ambrosius Petruzzy sein Rest bezahlt mit … 33 fl.
- Meister Ambrosius für die äußeren Staffel … 27 fl.[34]

Bei der Vesperbildkapelle ist Meister Ambrosius mit dem (Gesamt)Betrag von 346 Gulden dokumentiert.

## Kaiserstein als Stufenstein zum Kaiserlichen Oratorium im Stephansdom

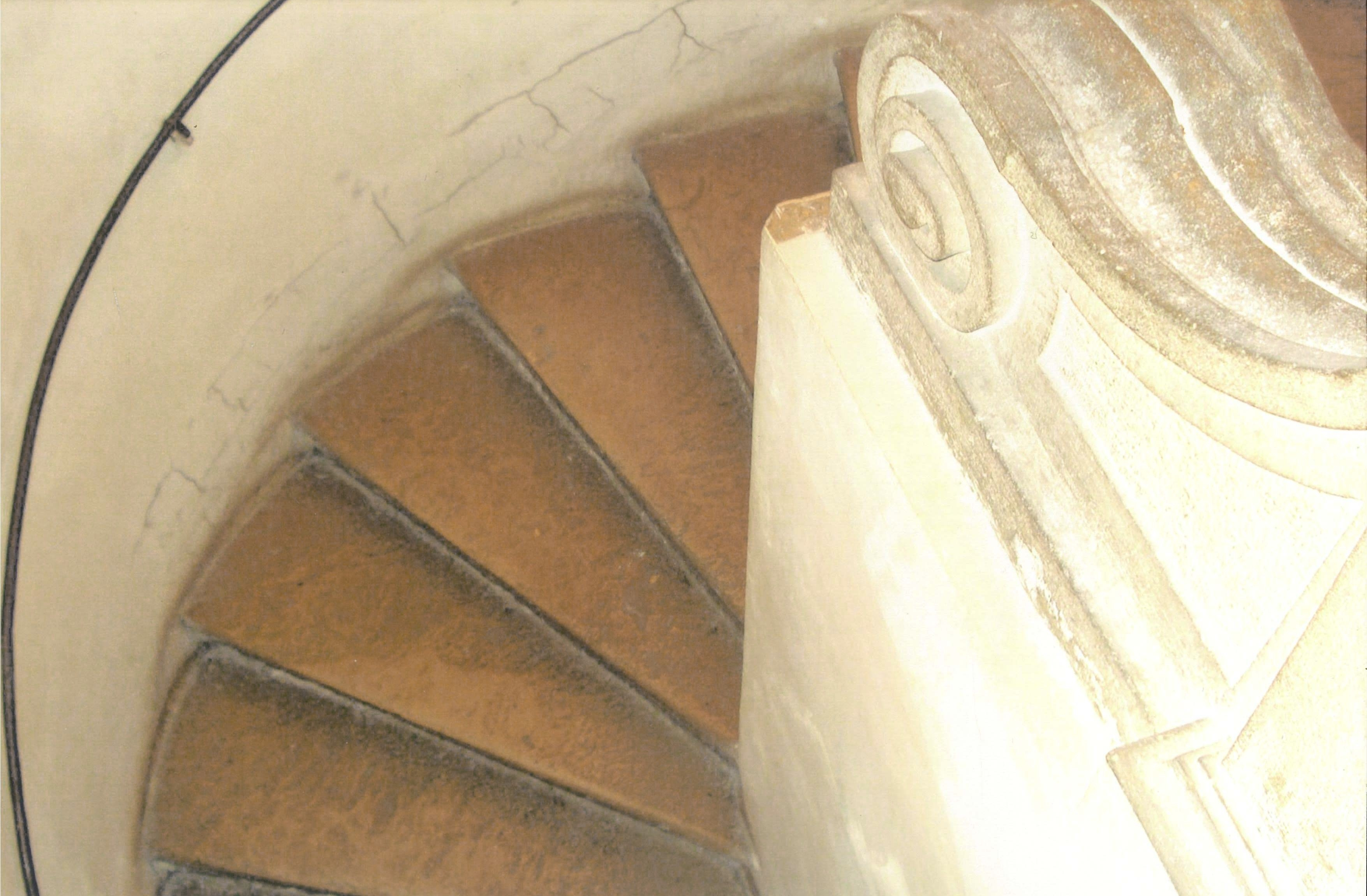
Stephansdom, Stufen zum kaiserl. Oratorium

Im Stephansdom heiratete am 30. April 1651 der nobilitierte Richter, Hofbildhauer, und Witwer Pietro Maino Maderno in 3. Ehe Christina Spätzin, geb. Koch, Witwe nach Hof–Maurermeister Pietro Spazzio von der italienischen Familie der „Spazzio“.

## Kaiserstein für Fürst Karl Eusebius von Liechtenstein, für Brunnen im Schloss Lednice

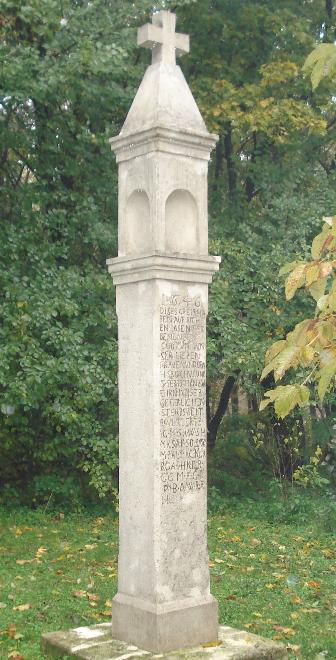
Pestkreuz 1646

Arbeitsvereinbarung von 1645 des Fürsten mit den Steinmetzmeistern Peter Materna und Francesco Caratti: … sollen im Garten zu Eisgrub zwei Brunnen, das Bassin, für einen Teich, Maskerons und 20 Steinskulpturen verfertigen … was und wie weit das wasser aber berühren thuet, daß soll alles von Kaysersteinbruch, das übrige aber von Eggenburger stein gemacht werden. Item soll gemacht werden ein lagheto … der boden und die beiden seiten stuckh mit pfaltz, damit es wasser helt alles von Kaysersteinbruch sein.

## Kaiserstein für das Pestkreuz von Steinmetzmeister Paul Cleritz

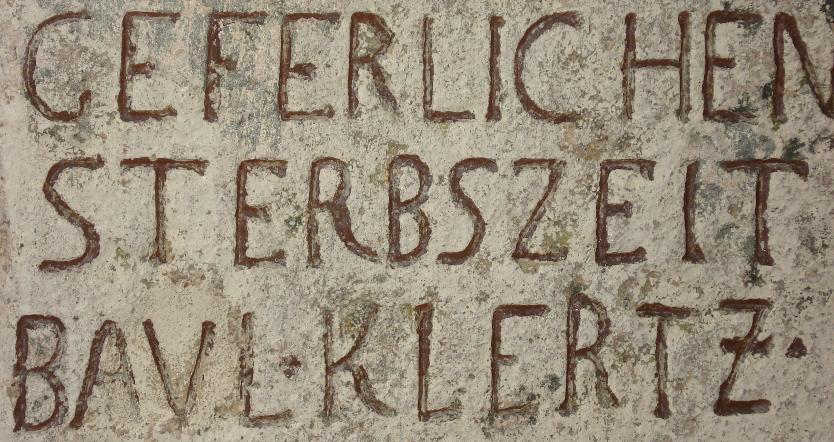
Detailansicht

Steinmetz Paul Cleritz stiftete 1646 das Pestkreuz, im Volksmund Kuruzenkreuz bezeichnet. 1646 starben in Kaisersteinbruch viele Nachbarn an der Pest, diese Trauer verarbeitete Cleritz in seinem Pestkreuz … 1646 GODT ZU EHRN … IN DIESER GEFERLICHEN STERBSZEIT. BAUL KLERTZ.
- Steinmetzmeister Friedrich Opferkuh leitete wenige Tage vor seinem Ableben den Transport des schwer beschädigten Wegkreuzes vom Blauen Bruch (auf dem Truppenübungsplatz) in die Waldgasse Kaisersteinbruchs. Das Kaisersteinbrucher Symposium wurde ihm zu Ehren als „Friedrich Opferkuh“-Symposium 1993 bezeichnet. Die Restaurierung führte der ungarische Bildhauer und Restaurator Ferenc Gyurcsek durch.

## Die italienischen Meister im kaiserlichen Steinbruch wollen an deutsche Meister keinen Stein geben
Bericht der Bruderschaft an den Abt Michael Schnabel (1637–1658) mit der Feststellung: Warum wir den deutschen Steinmetzen keinen Stein aus unserem Steinbruch geben wollen! Zuvorderst, dass sie unserer Nation Werkleute nicht so gut halten, wie die ihrigen. Warum sollten wir unsere ausgehauenen Steine von unserem erkauften Gut nach ihrem großen Profit zukommen lassen, schuldig sein? Falls sie unbearbeitete Steine von uns begehren, sind wir nicht zuwider selbige um ihr bares Geld erfolgen zu lassen, soviel uns möglich.
Was aber auf Ihro Majestät Gebäude notwendig sein würde, … wollen wir beflissen sein …
Bei der wichtigsten Sache hatten die Meister kein Mitspracherecht, … dass aber die deutschen Meister einen Steinbruch bei uns finden, steht bei Euer Hochwürden und Gnaden, ob sie solches zulassen oder nicht …

## Kaiserstein für Abt Michael Schnabel von Heiligenkreuz, den Pfarrhof zu Kaisersteinbruch
Die älteste Quelle zum Kaisersteinbrucher Pfarrhof ist bei Malachias Koll 1834, ist nachfolgender Satz, der dann in der Folge übernommen wurde. Die Seelsorge haben von Anfang an die Ordenspriester von Heiligenkreuz in Kaisersteinbruch ausgeübt, zuerst die jeweiligen Pfarrer von Winden und vom Jahre 1646 an eigene Seelsorger, die im Ort selbst stationiert waren.

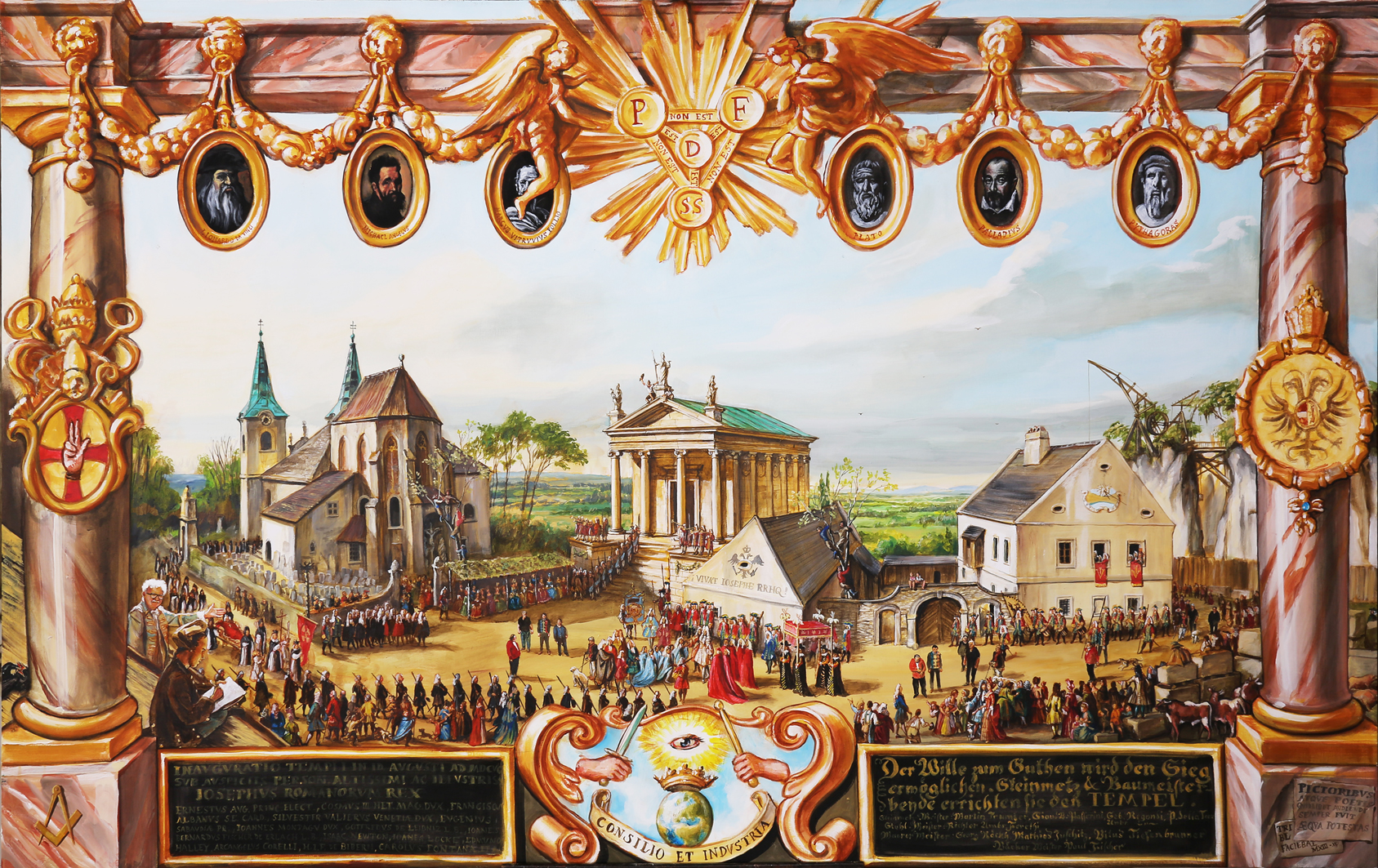
1695 Pfarrhof rechts im Bild
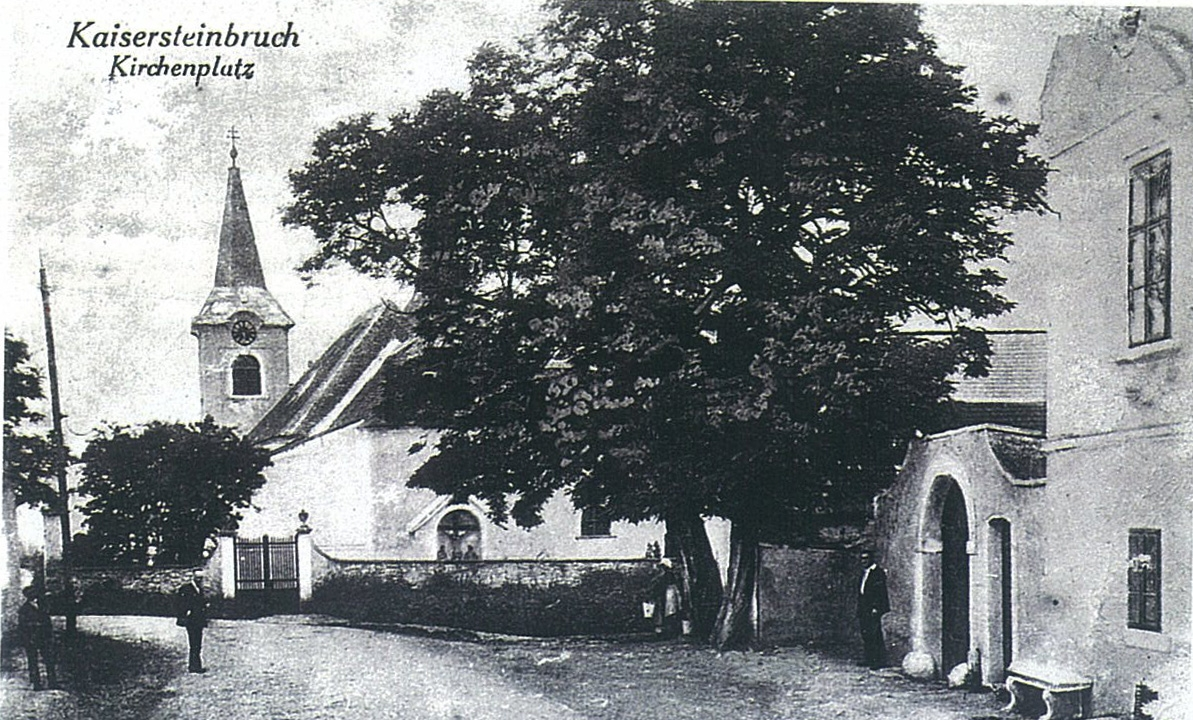
Pfarrhof 1900 rechts
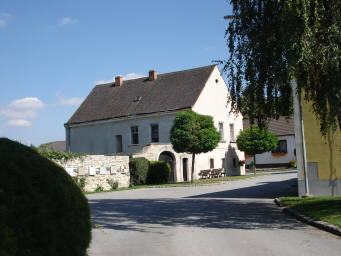
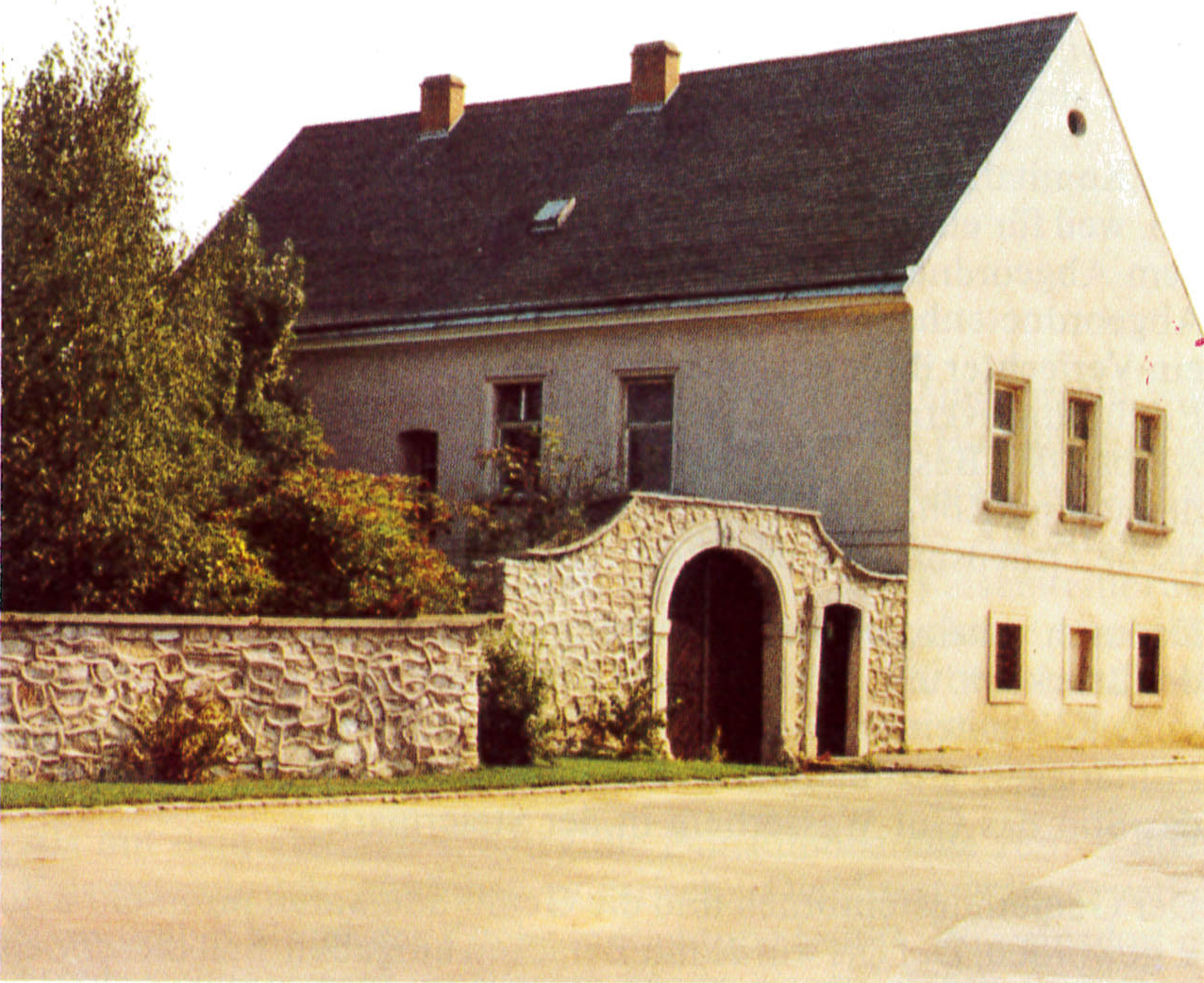
Aufnahme 1980
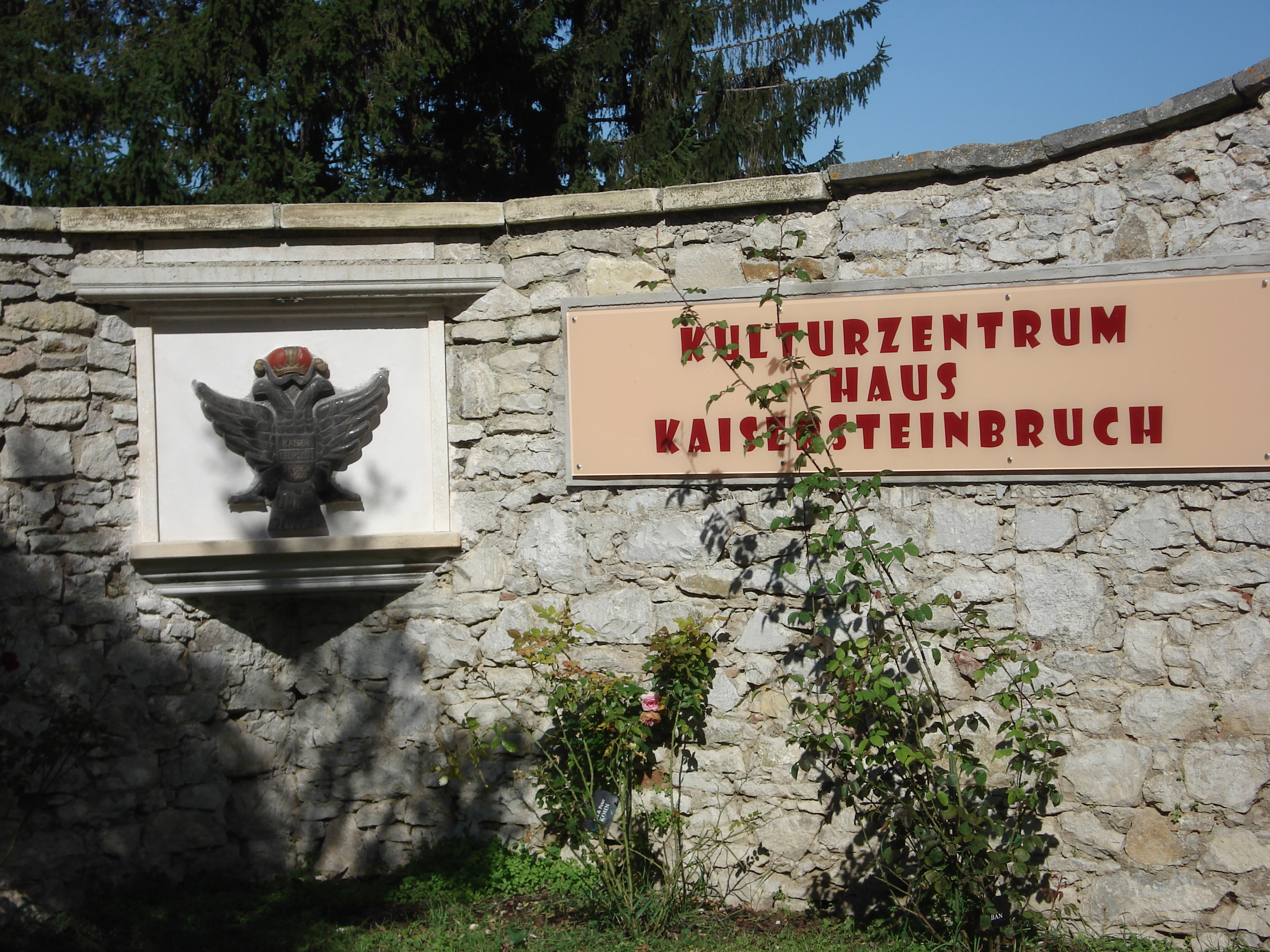
2015 Kulturzentrum Haus Kaisersteinbruch
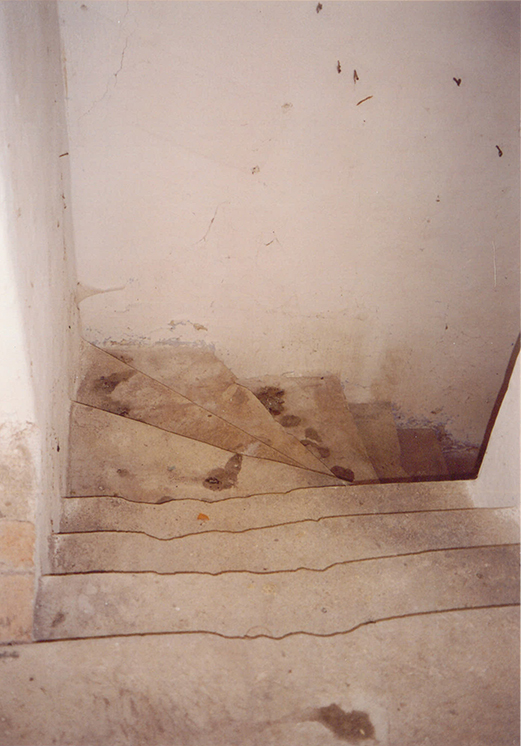
Alte Stufen von 1646

Josef Wolf, Bürgermeister, schrieb in seiner Kaisersteinbrucher Geschichte: neben der Kirche wurde auch, auf einem vom Stift zur Verfügung gestellten Bauplatze, ein herrlicher, ein Stock hoher Pfarrhof erbaut, in welchem als erster Pfarrer von Kaisersteinbruch P. Gregor Metsch im Jahre 1646 residierte.
Im heutigen (seit der Absiedlung 1939: ehemaligen) Pfarrhof ist noch zu erkennen, dass Kaiserstein für Stiegenstufen, Podeste, Bodenplatten, für Gesimse, Tür- und Fenstersteine verarbeitet wurde.

## Kaiserstein für das Pestkreuz von Steinmetzmeister Ambrosius Regondi

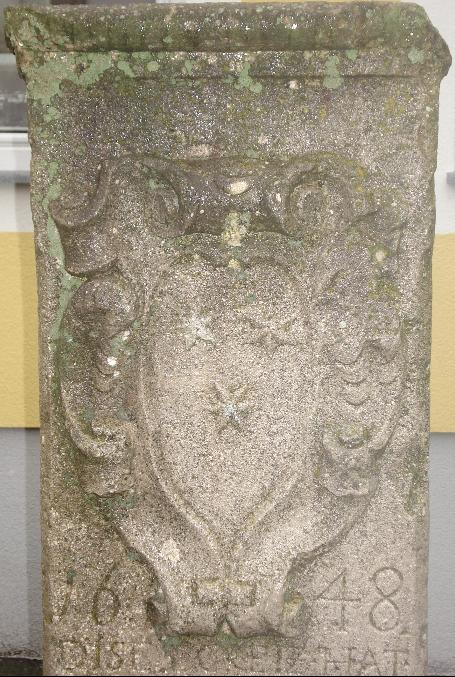
Pestkreuz A. Regondi

1648 errichtete Ambrosius Regondi dieses Pestkreuz in Kaisersteinbruch, mit dem Wappen der Familie Regondi:
DISES CREIZ HAT LASEN MACHEN AMBROSY REGONT / GOT ZU LOB UND ZU EHREN / AUCH DEREN HEILIGEN ST. SEBASTIAN UND ST. ROCHUS / ZU EINER GETECHTNUS.

## Kaiserstein für Abt Michael Schnabel in der Königshofer Mühle

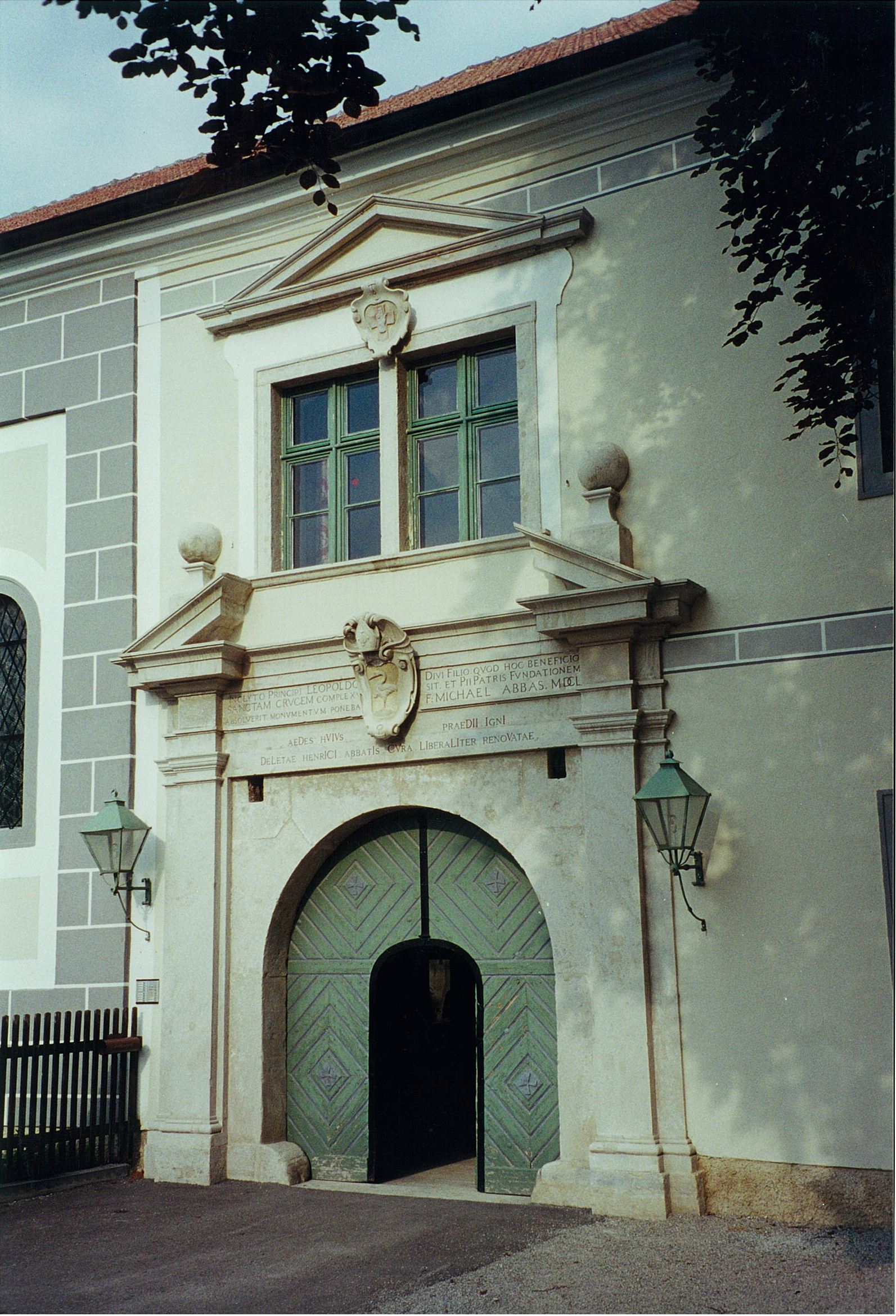
Schloss Trumau

Abt Michael Schnabel ließ die Königshofer Mühle 1649 neu aufbauen,
Was das Mauerwerk gekostet, auszugsweise …
Erstlich hat er Meister Adam Löffler, Bürger und Maurer zu Bruck, 70 Tagewerke gehabt, seine Gesellen 521 Tagewerke, die Zureicher und Tagwerker 376 Tagwerke. 1649 verrechnete er „blaue Zapfen“, Ringe und Stangen, Pater Petrus brauchte für den Fußbotten 200 föhrene Ladten, und diese schneiden lassen.
1650 kaufte er unterschiedliche Eysen, Nägel. Dem Glaser zu Bruck ein Fenster zu machen, dem Steinhauer einen Mühlstein abzurichten, mehr dem Tischler wegen unterschiedlicher Arbeiten, dem Schlosser zu Bruck die Fenster und Türen zu beschlagen, dem Steinmetzen Ambrosius Regondi im Steinbruch wegen der Quaderstücke und wegen beider Türgestell und wegen Brennung zweier Kalköfen.
Summa Summarum ist auf das völlige Mühlwerk aufgangen … 1.460 Gulden 56 Kreuzer

## Kaiserstein für Abt Michael Schnabel vom Stift Heiligenkreuz, sein Schloss Trumau
Frühbarockes Portal und die Stiege mit den Steinplatten im Vorraum, alles im Nordtrakt, weiters die Stiege im Südtrakt von 1650 aus Kaiserstein.

## Kaiserstein für die Statue von Georg Draskovich, Bischof von Györ
Am 26. November 1650 starb Georg Draskovich, Bischof von Györ in Wien. Hofbildhauer Pietro Maino Maderno gestaltete 1651 aus hartem Kaiserstein diese Skulptur, die im Soproner Museumsquartier in der Ausstellung „Wanderstatuen“ präsentiert wird.

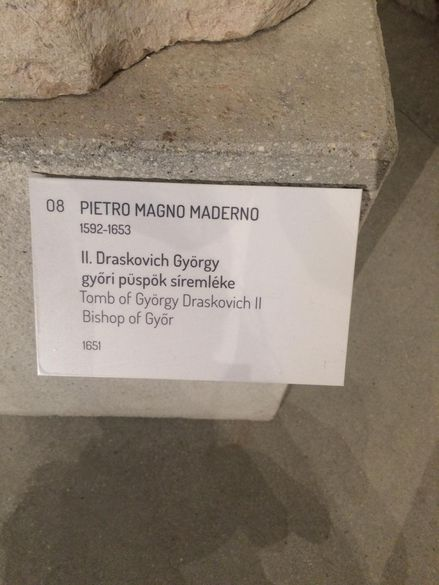
Sopron Museum, Beschriftung
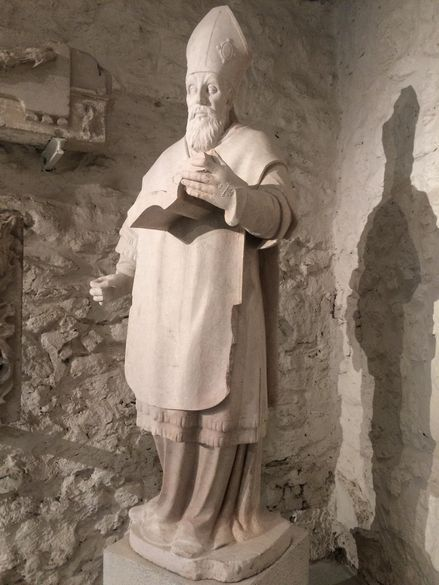
G. Draskovich Bischof von Györ

## Kaiserstein für Fürstbischof Philipp Graf Breuner, das Residenzschloss in Ober St. Veit
Das 1365 von Herzog Rudolf IV. dem Kapitel von St. Stephan geschenkte Schloss wurde 1529 von den Osmanen zerstört. In den Jahren 1650–1654 entstand nach Auftrag von Fürstbischof Philipp Graf Breuner in Ober St. Veit ein barockes, repräsentatives Residenzschloss, das heute in den wesentlichen Elementen unverändert erhalten ist.

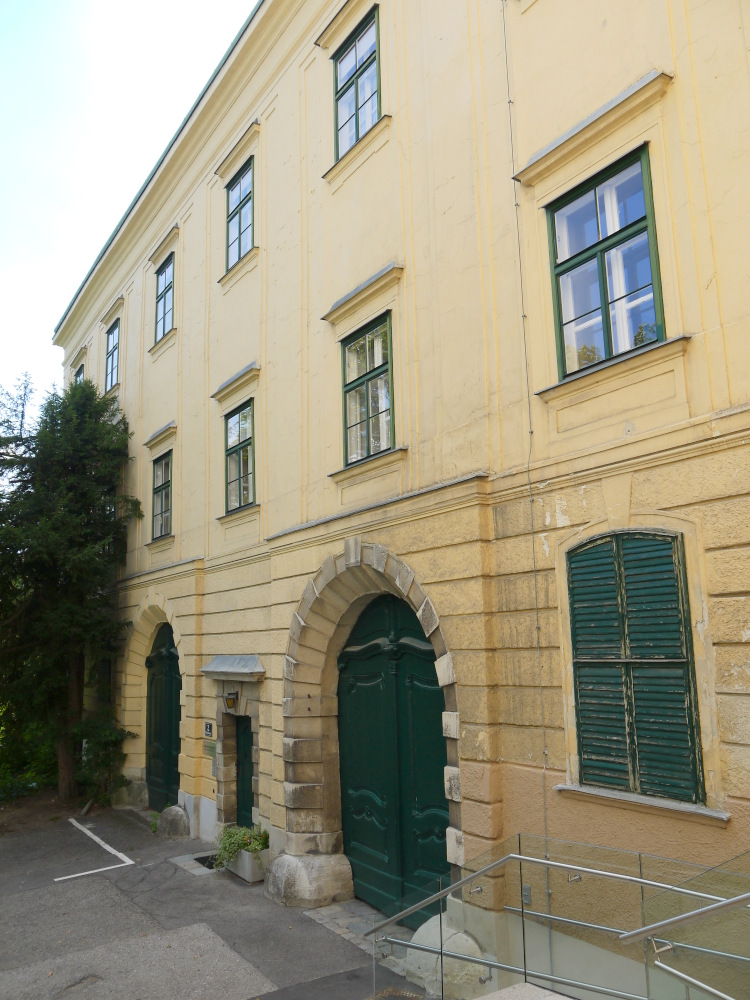
Schloss Ober St. Veit
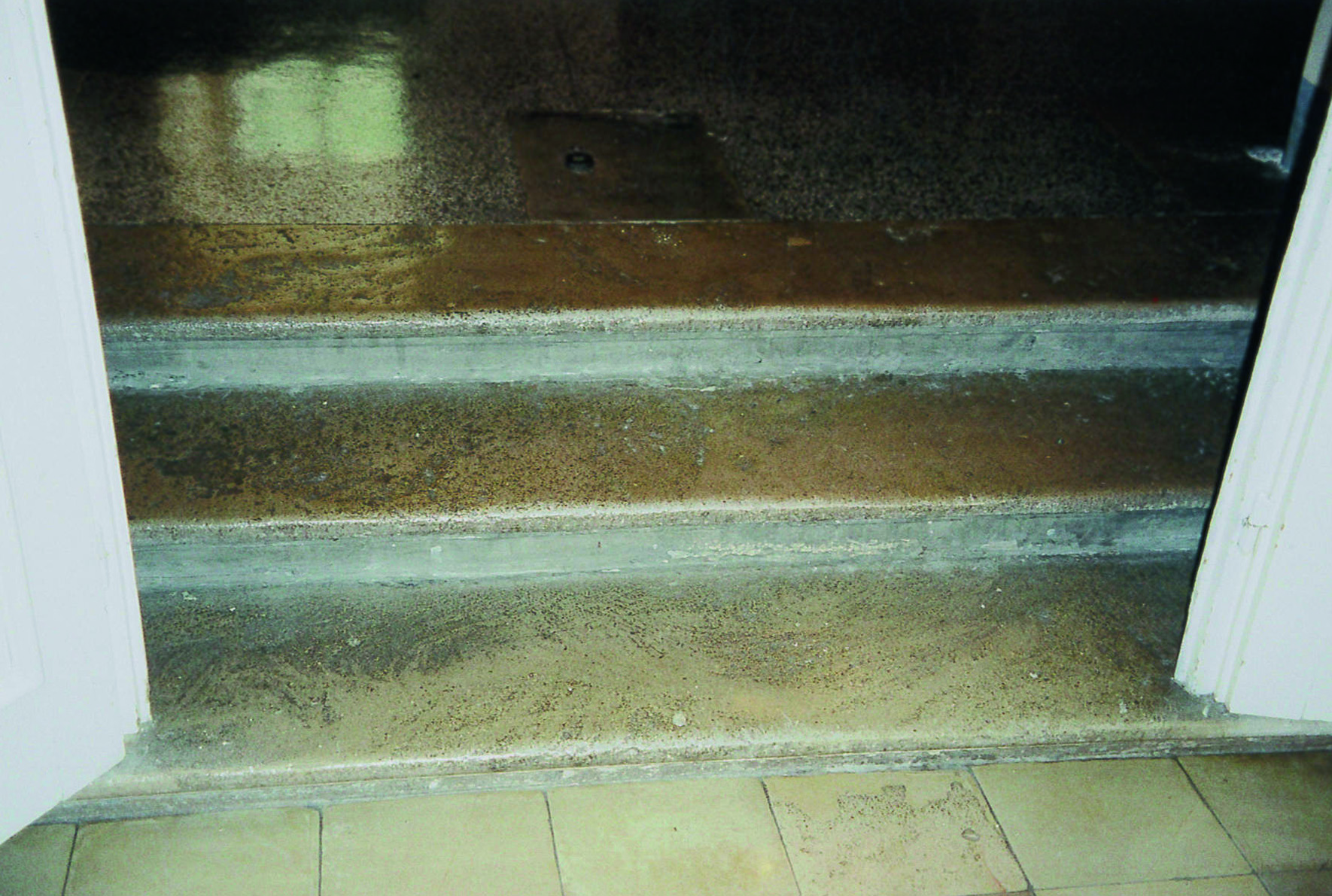
Antritt zur großen Stiege
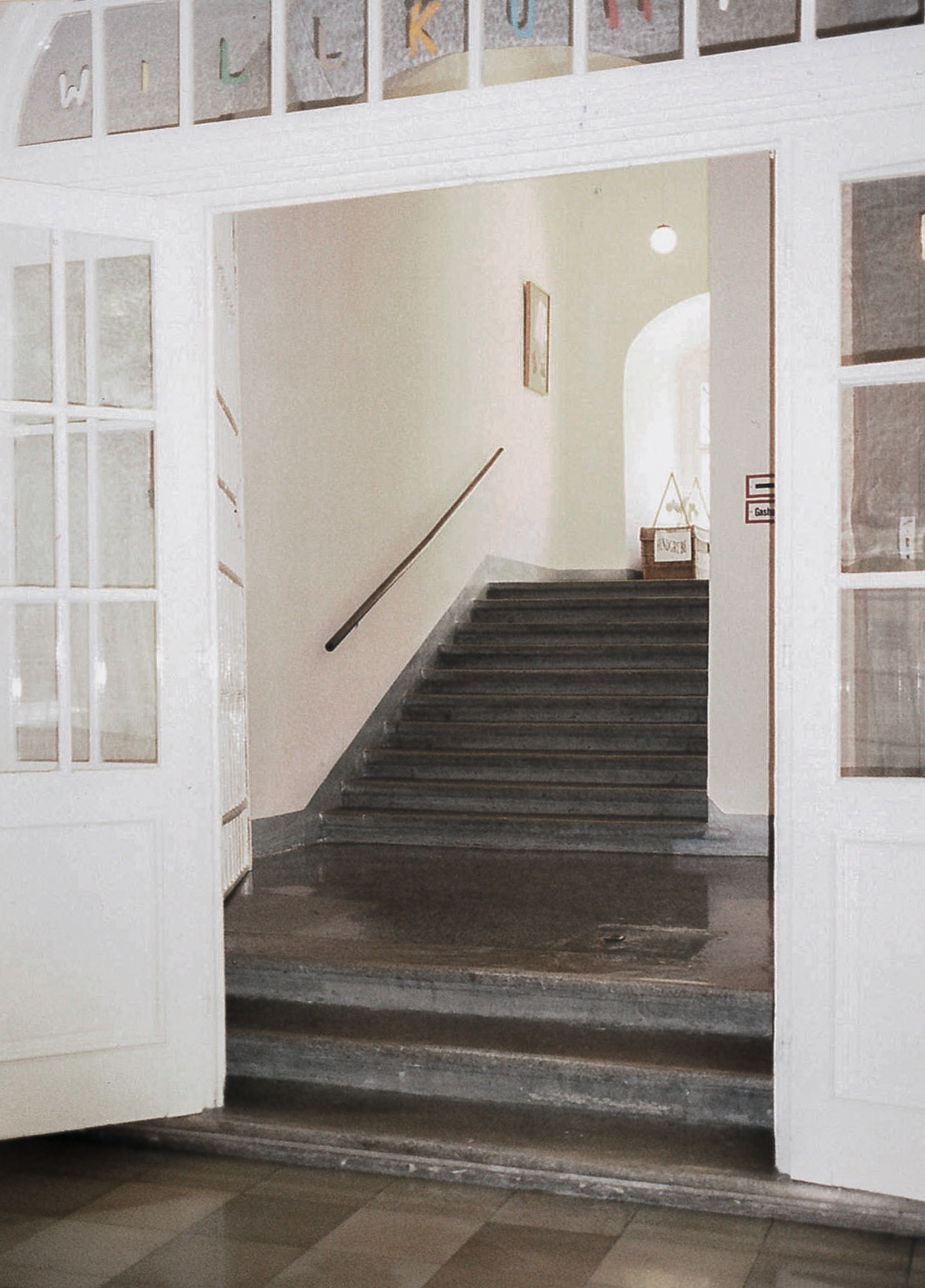
Stufen Kaiserstein
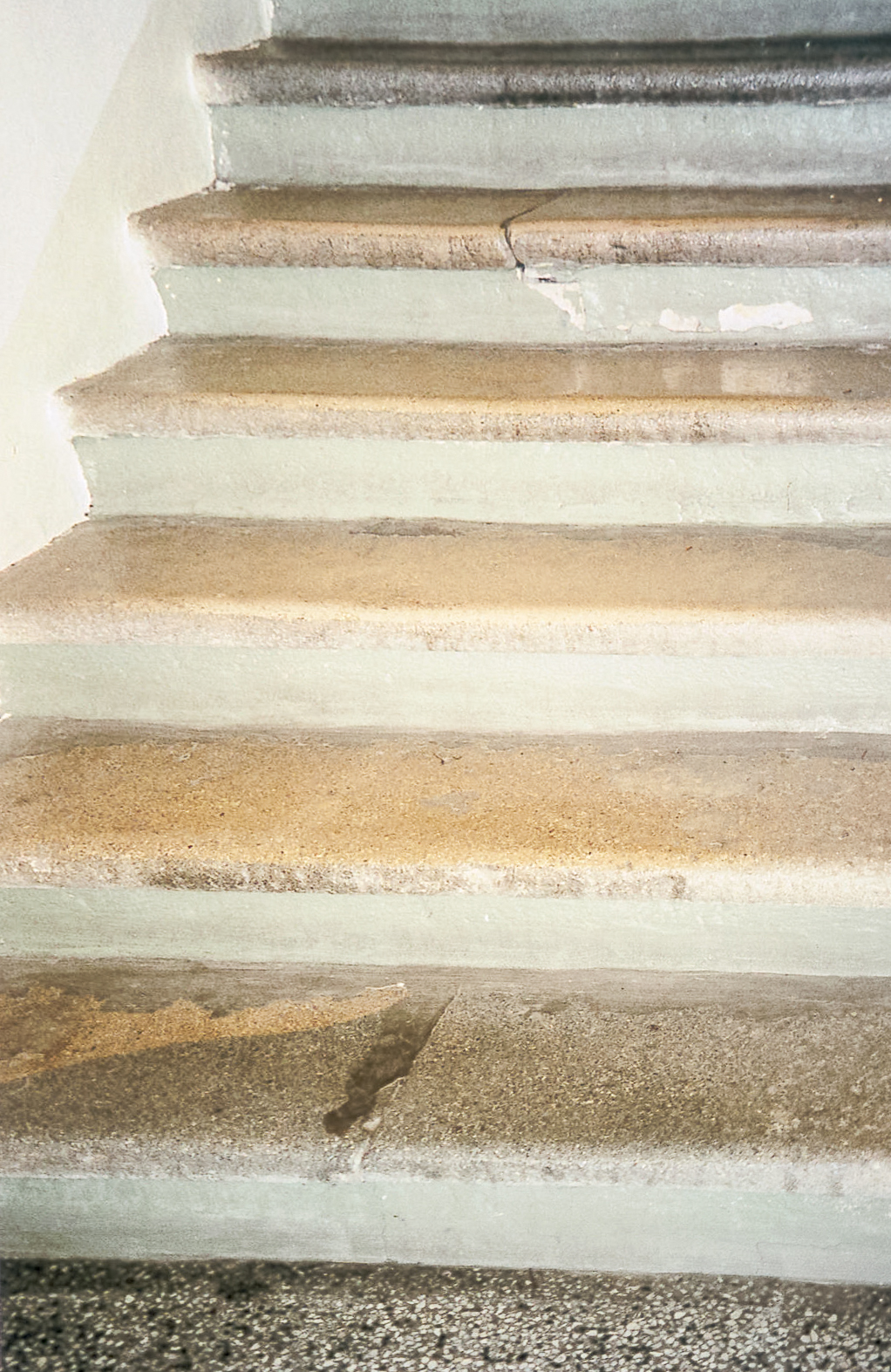
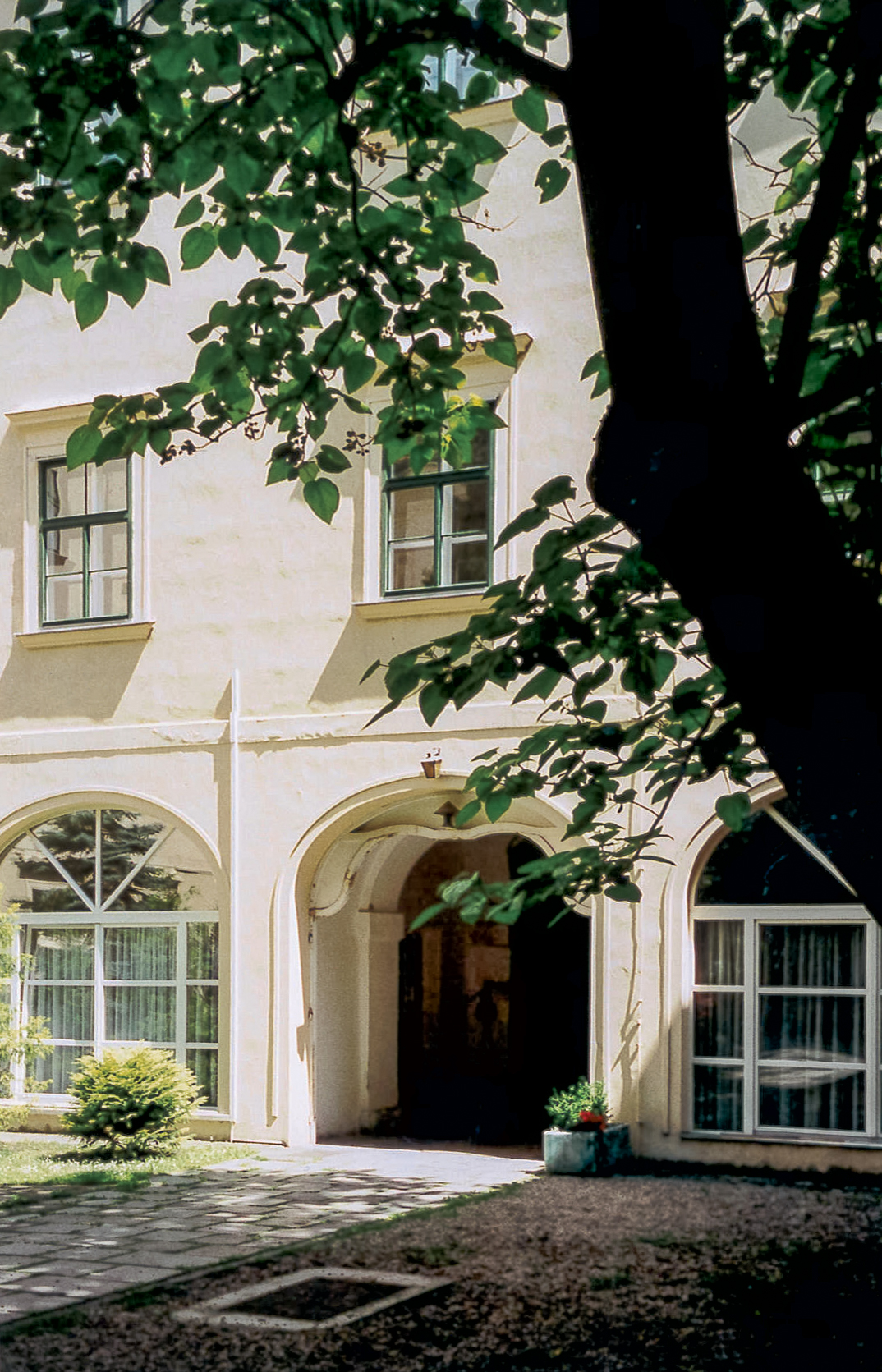
Vom Schloss in den Garten
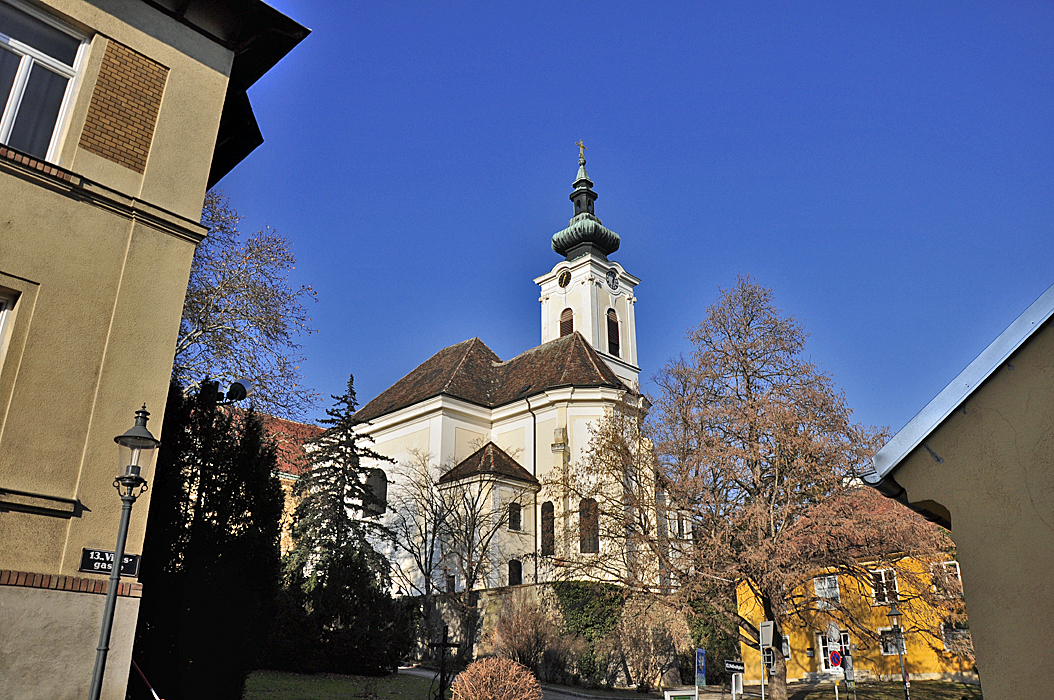
Daneben die Ober St. Veiter Pfarrkirche

Baumeister war Domenico Carlone.
Ambrosius Regondi, Steinmetzmeister vom Kayßerlichen Steinbruch erhielt für gelieferte Steinmetzarbeiten 1.082 fl für das Haupttor und 300 fl für den Aufgang.

## Kaiserstein für Fürstbischof Philipp Graf Breuner, das Erzbischöfliche Palais in Wien
Das alte Gebäude brannte 1627 vollkommen nieder und wurde in den Jahren 1632 bis 1641 unter Bischof Anton Wolfradt und seinem Nachfolger Philipp Graf Breuner durch das heutige Palais ersetzt. 1655 werden in den Bauakten des Diözesanarchivs der Maurermeister Domenico Carlone und der Steinmetzmeister Ambrosius Regondi aus Kaisersteinbruch genannt.

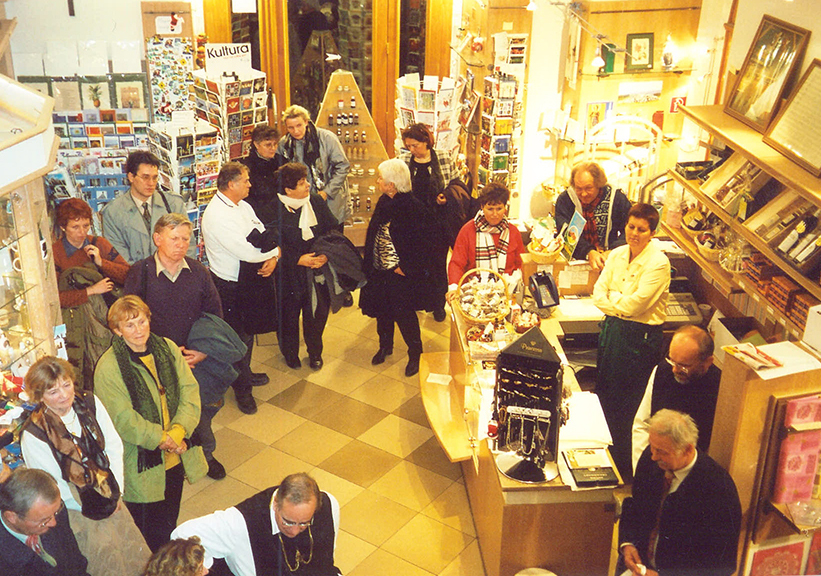
Im „Gwölb“ 2002 Abt Gregor
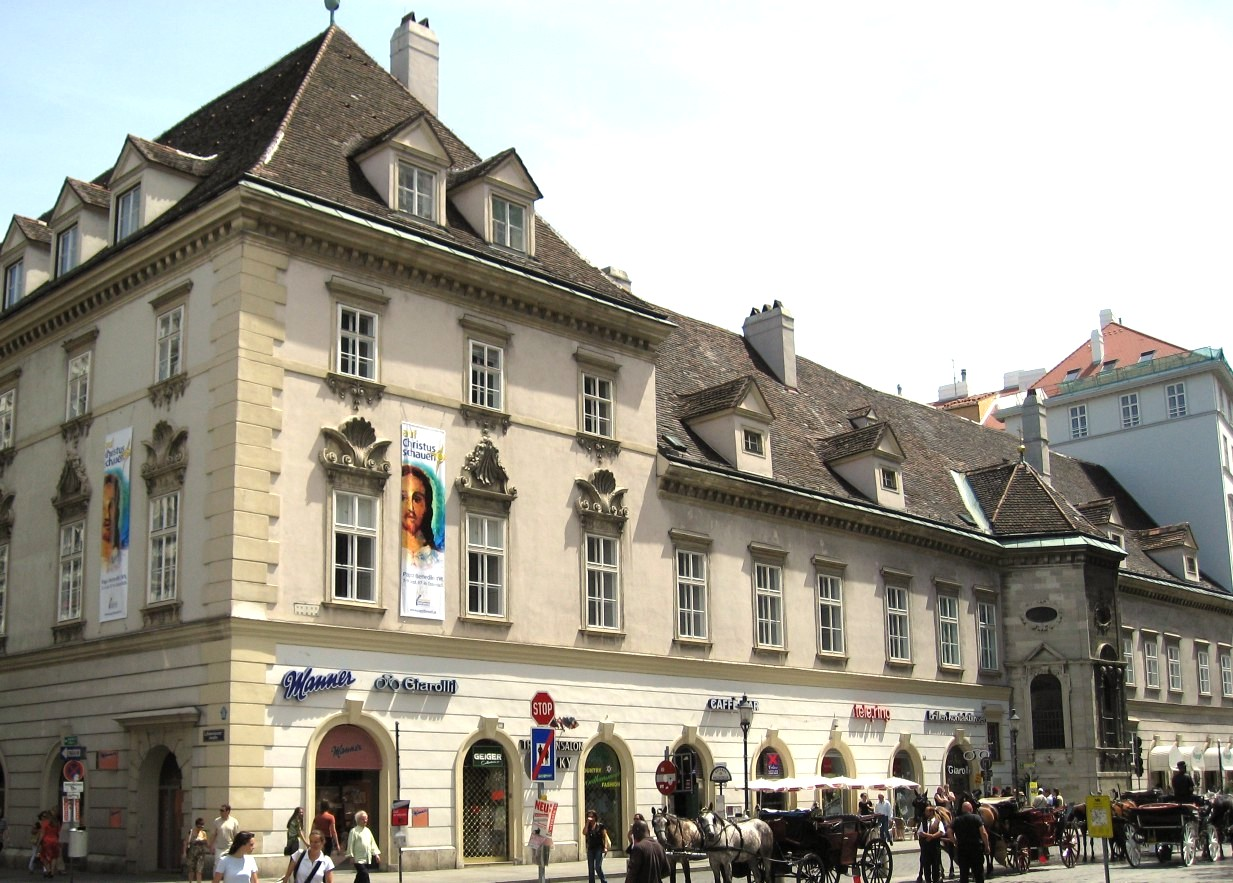
Erzbischöfliches Palais
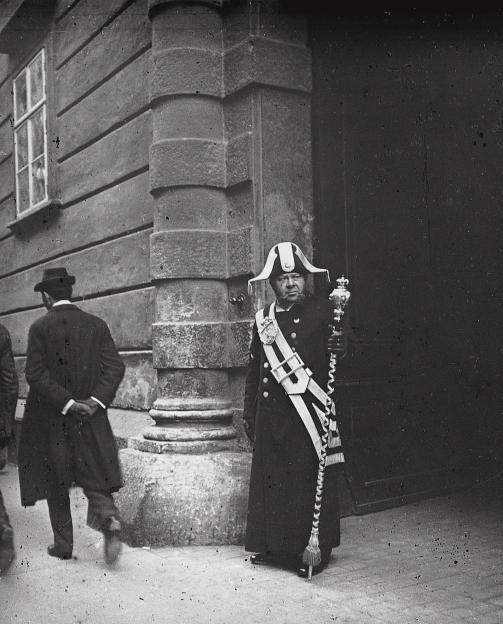
Sockel historisch
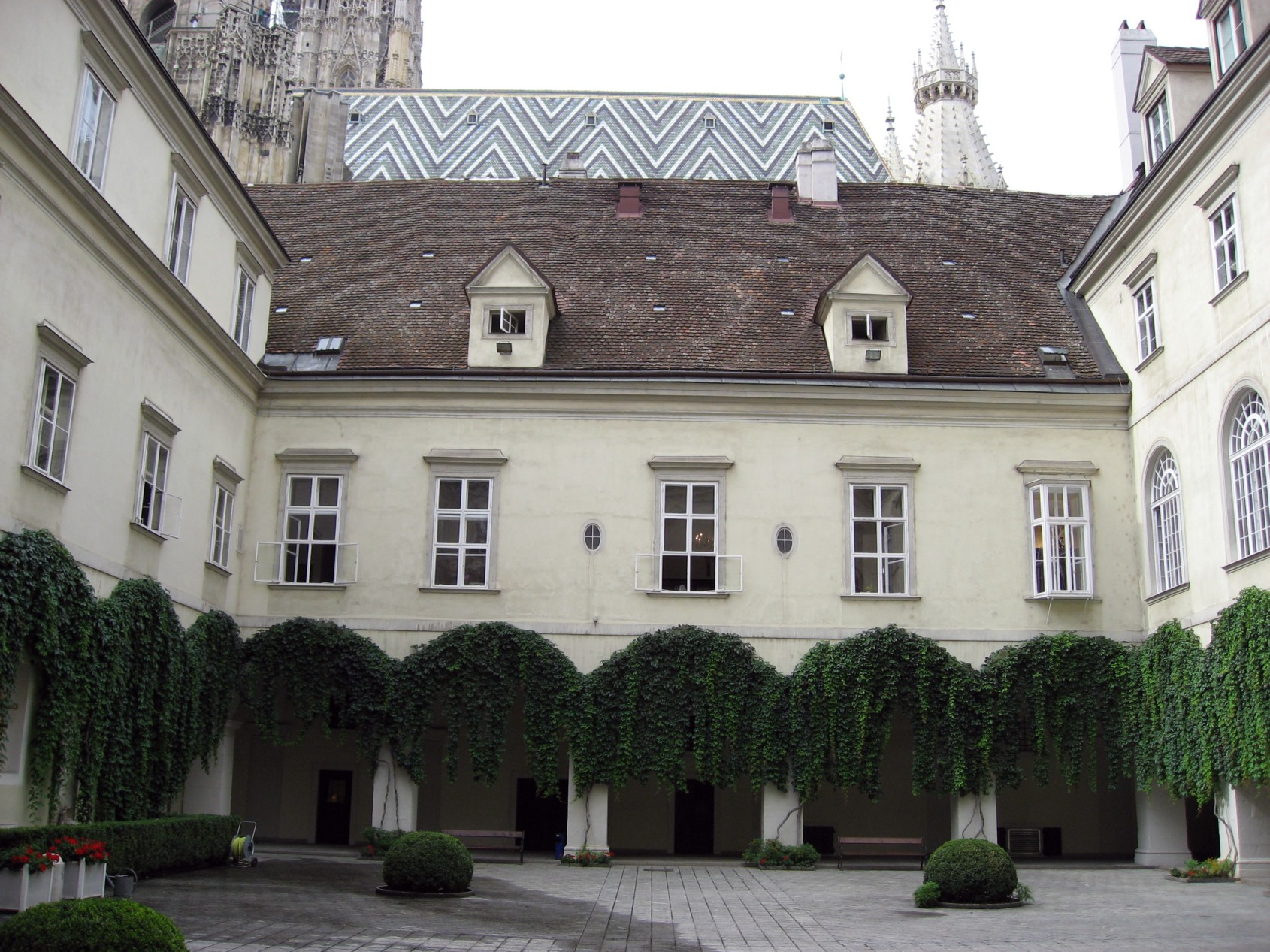
Innenhof
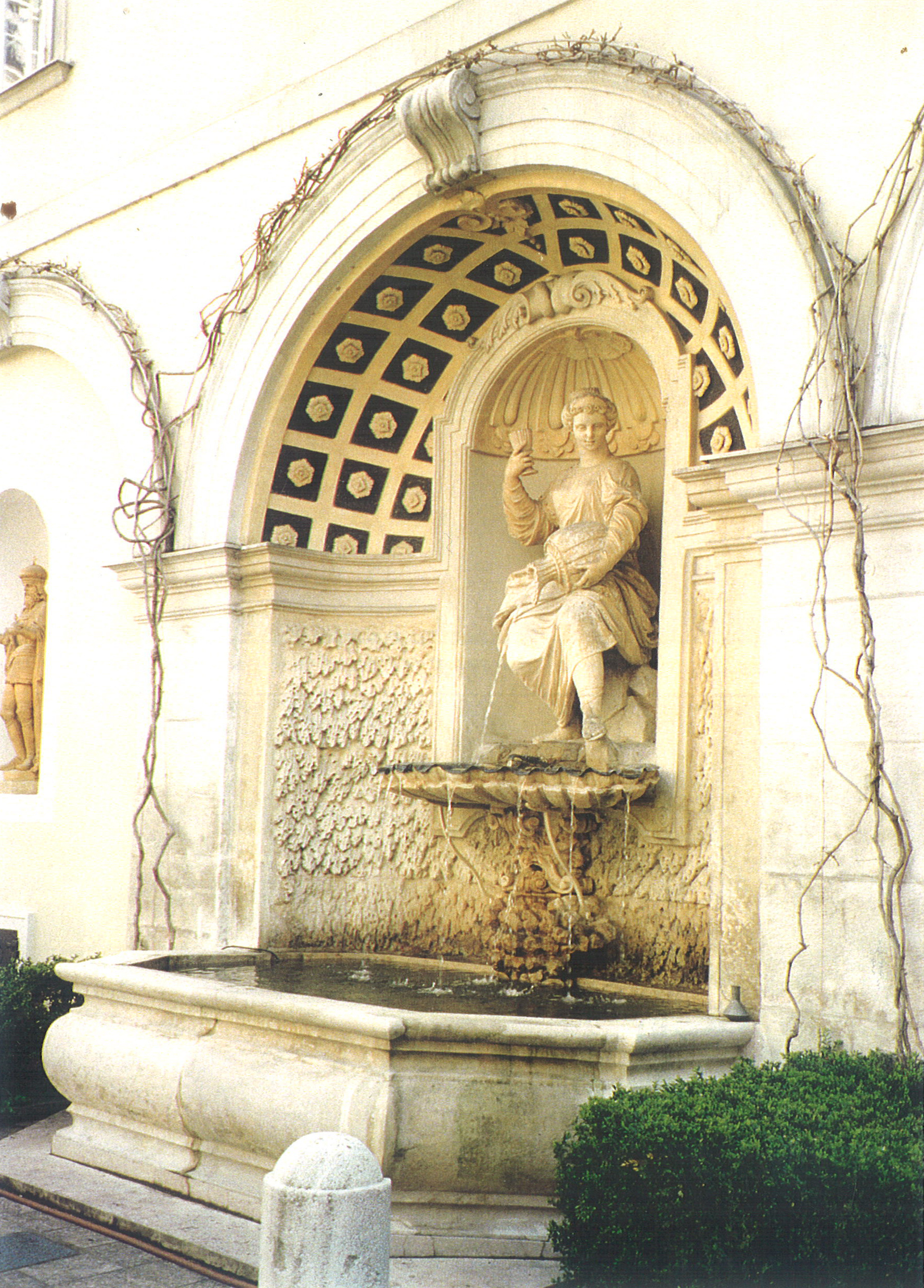
Wandbrunnen
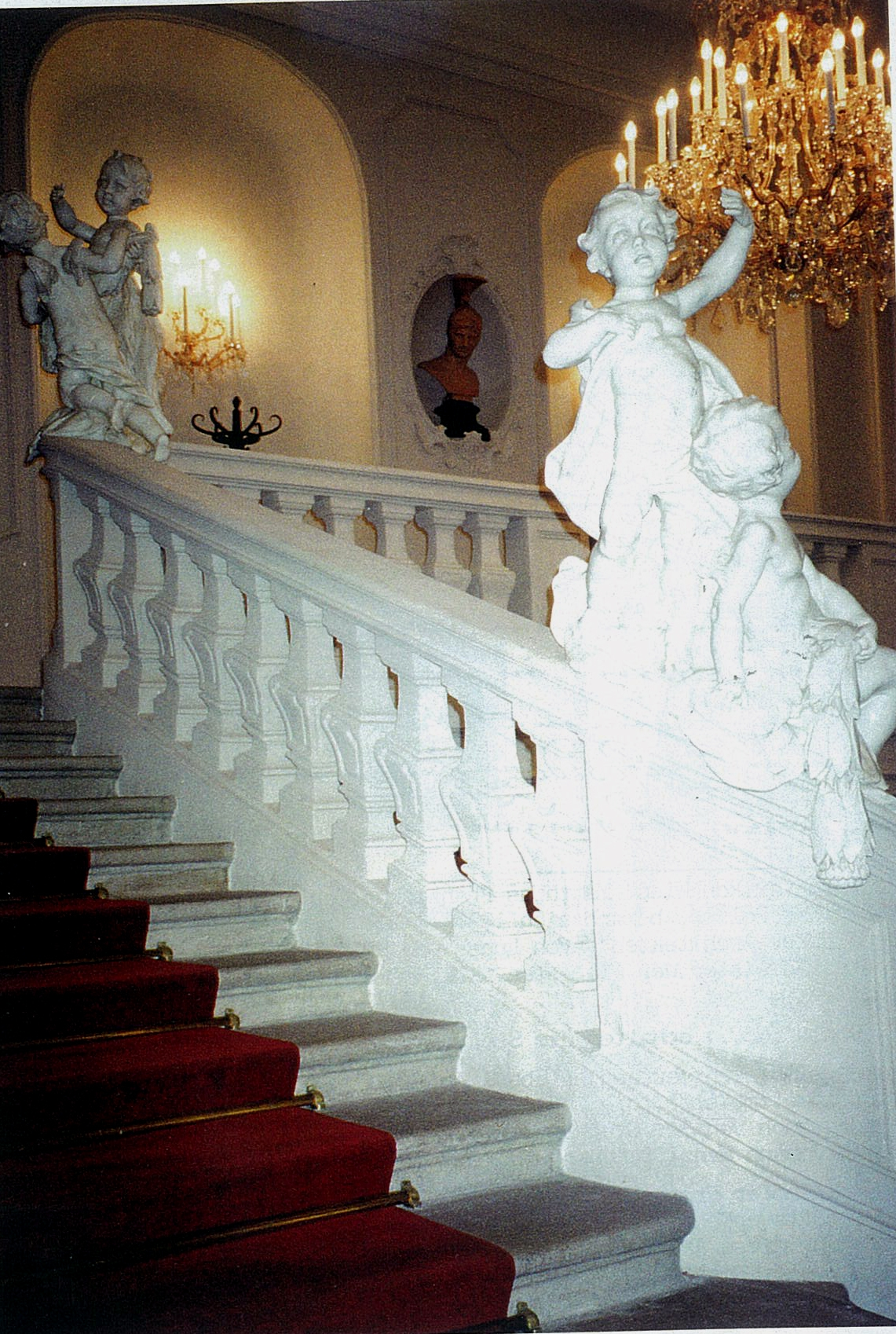
Puttenstiege
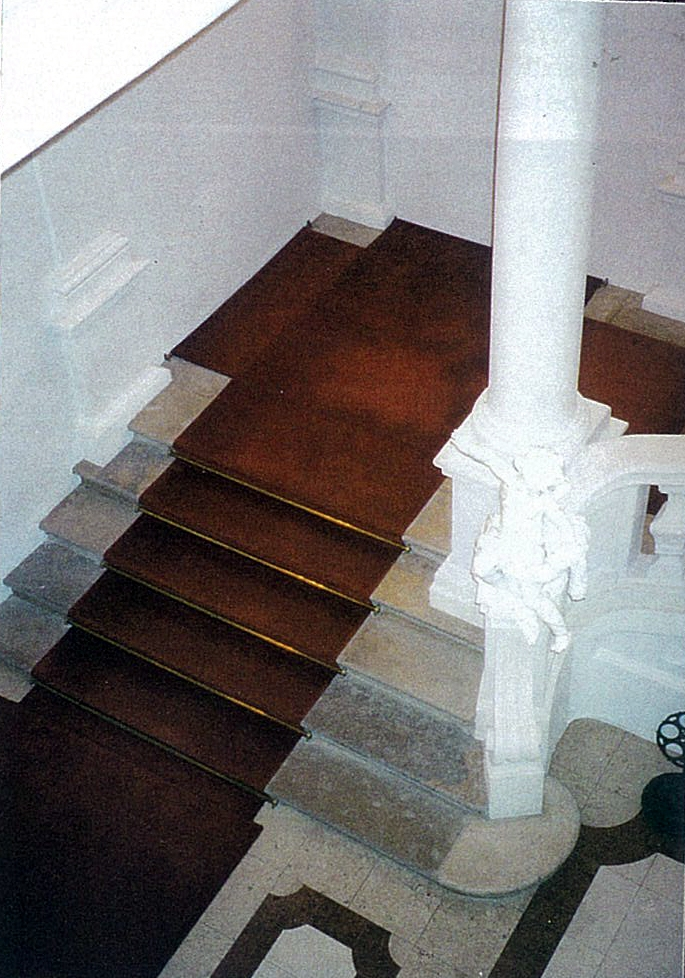
Antrittsstufen

Die Hauptcassa-Rechnungen, seit 1751 vorhanden, berichten vom Bau einer Hauptstiege (Puttenstiege) durch den erzbischöflichen Baumeister Mathias Franziskus Gerl, die ausgearbeiteten Stiegenstufen aus Kaiserstein lieferte Steinmetzmeister Johann Gehmacher.
Haupt-Cassa-Rechnungen, Einnahmen und Ausgaben, den 11. Juny 1751: Denen bürgerlichen Steinmetzmeistern vermög Contract auf die Hauptstiegen im Erzbischöflichen Hof bezahlt … 400 Gulden, den 16. November weitere … 500 Gulden.
Feststiege, Sockel und Radabweiser, Becken (teilweise) des Hofbrunnens aus dem 17. Jahrhundert Kaiserstein.
Der Servitenpater Fabian (Anton) Gehmacher, in Kaisersteinbruch gebürtig, Sohn von Steinmetzmeister Johann Gehmacher und Theresia, feierte am 4. September 1785 in der Kapelle des Hl. Andreas im Erzbischöflichen Hof zu Wien, die Priesterweihe.
Im Palais befand sich das „Heiligenkreuzer Gwölb“, danach Manner. Im Advent 2002 präsentierte dort der MuKV Kaisersteinbruch, Obmann Helmuth Furch, den Kalender 2003. Gast war Abt Gregor vom Stift Heiligenkreuz.

## Kaiserstein für den Altar der Familie Regondi in der Kaisersteinbrucher Kirche

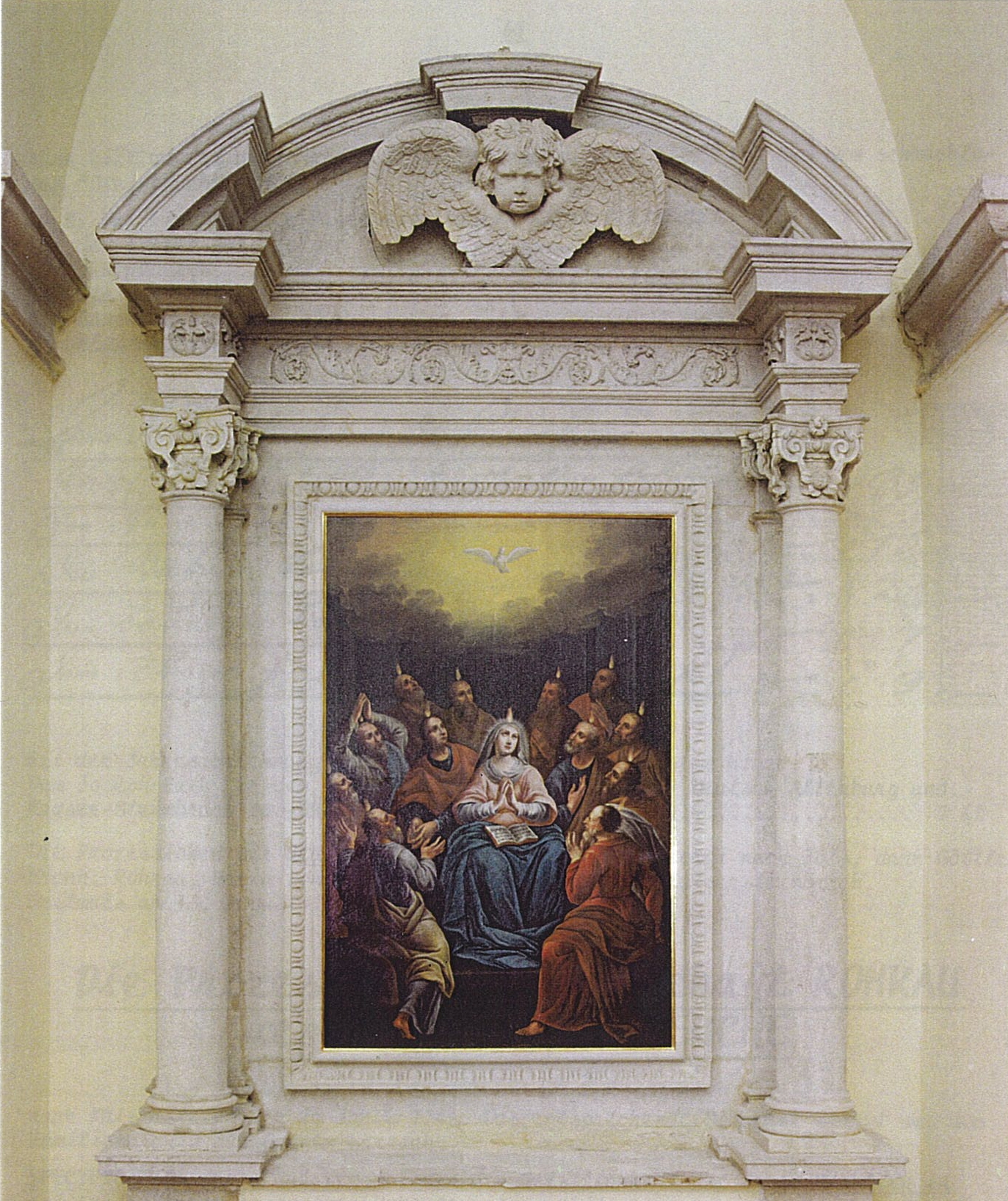
Regondi-Altar Bild „Pfingstwunder“

Der linke Seitenaltar, ein Antonius-Altar, stammt noch aus der ersten Kirche, die 1652 geweiht und 1683 im Türkenrummel schwer beschädigt wurde. Errichtet 1653 von den Brüdern Ambrosius und Giorgio Regondi, bis 1670 arbeiteten sie meist miteinander, in diesem Jahr übernahm Ambrosius Regondi nach Pietro Maino Maderno das Richteramt. Damit beteten die Mitglieder der Familie Regondi vor ihrem eigenen Altar; das waren später der Abt des Stiftes Altenburg Raymundus Regondi, Sebastian Regondi, dessen Sohn Johann Baptist.
- Es gibt keine Darstellungen und Berichte über das ursprüngliche Aussehen des Altares.

## Kaiserstein für den Palatin von Ungarn Graf Paul Pálffy von Erdöd, wegen etlicher Fuhren
Am 21. Februar 1653 schrieb Graf Paul Pálffy, Palatin von Ungarn, an den Herrn Abt Michael Schnabel vom Stift Heiligenkreuz, wegen etlicher Fuhren.
- Hochgeehrter Herr Nachbar, … Dieselben dienstnachbarlich bittend, Euer Hochwürden wollen mir von dero in Ungarn liegenden Dörfern etliche Fuhr Stein aus dero Steinbruch, bis zur Thonau zuführen.
- Sintemallen ich über 200 Fuhren abzuholen und zwar von anderen benachbarten, wie auch etliche Wägen gegeben werden …

* Pressburg, 21. Feber 1653
250 Jahre später, am 1. Jänner 1903, fordert das Stift Heiligenkreuz von Steinmetzmeister Ferdinand Krukenfellner für die Jahrespacht des Waldbruches beim Öden Kloster und des Zeilerbruches zusätzlich zum „Pachtschilling“ 50 Fuhren Mauersteine und 30 Fuhren Schottersteine zur Beschotterung der Kreuzstraße unentgeltlich zu überlassen.

## Kaiserstein für den Renaissancebau, Umbau zum frühbarocken, dann zum klassizistischen Palais Modena in der Herrengasse
Einer der Vorbesitzer war Georg von Rottal, dessen Tochter Barbara heiratete 1515 Siegmund von Dietrichstein und das Gebäude gelangte in den Besitz dieser Familie. Unter Fürst Ferdinand Joseph von Dietrichstein wurde das Adelshaus und seine Nebengebäude von 1658 bis 1678 zu einem frühbarocken Palais umgebaut. Diesen Umbau leitete der Architekt Dominico Carlone, den Steinmetzauftrag erhielt Meister Pietro Bussi aus Kaisersteinbruch.
1811 kaufte das Gebäude Maria Beatrix von Este, letzte Tochter Herzogs von Modena, seither heißt das Haus Modeneser Palast. Sie ließ den Palast 1814 nach einem Entwurf Alois Pichls im klassizistischen Stil umbauen. Ihre Tochter Maria Ludovica hatte Kaiser Franz I. geheiratet, der Palast musste die hohe Stellung der Familie repräsentieren. Mitbeteiligt an den Umbauten war auch Giacomo Quarenghi, der Architekt der Zarin Russlands. Aus dieser Zeit ist besonders die Sala terrena bemerkenswert.

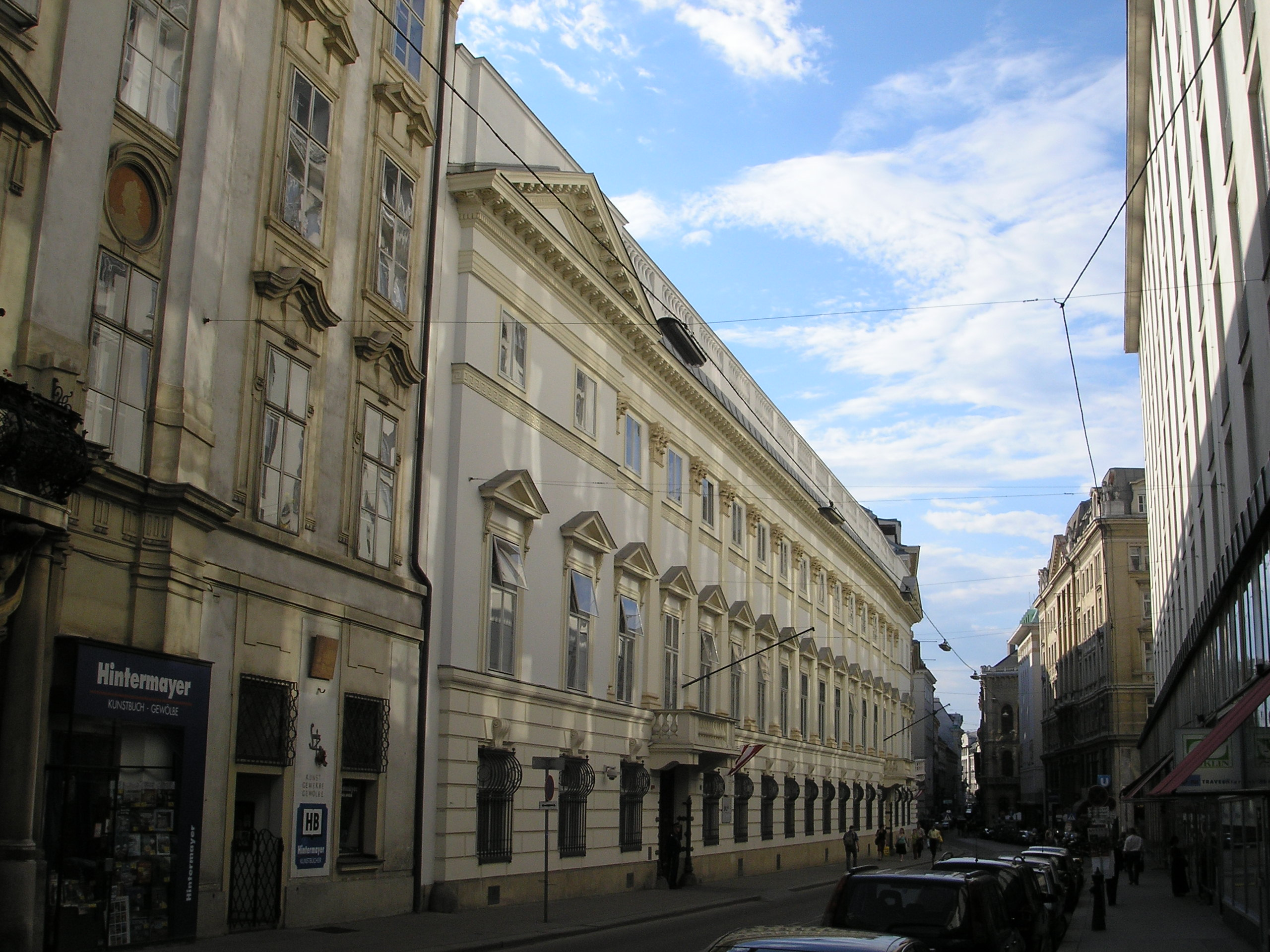
Palais Modena an der Herrengasse
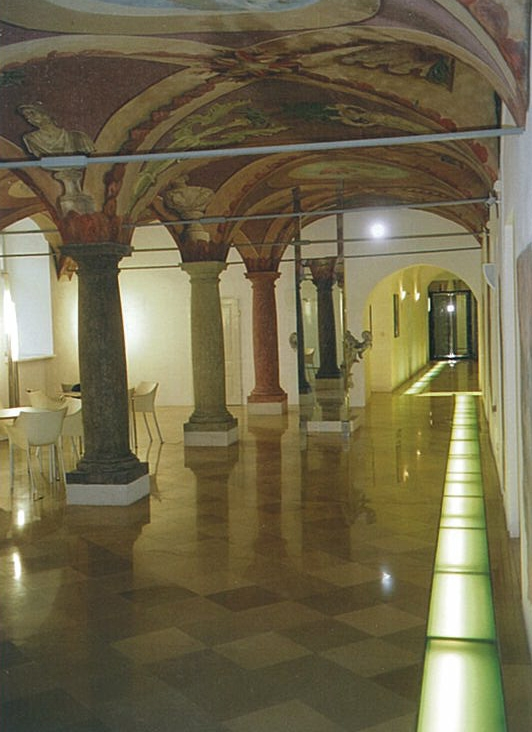
Sala Terrena, Säulen
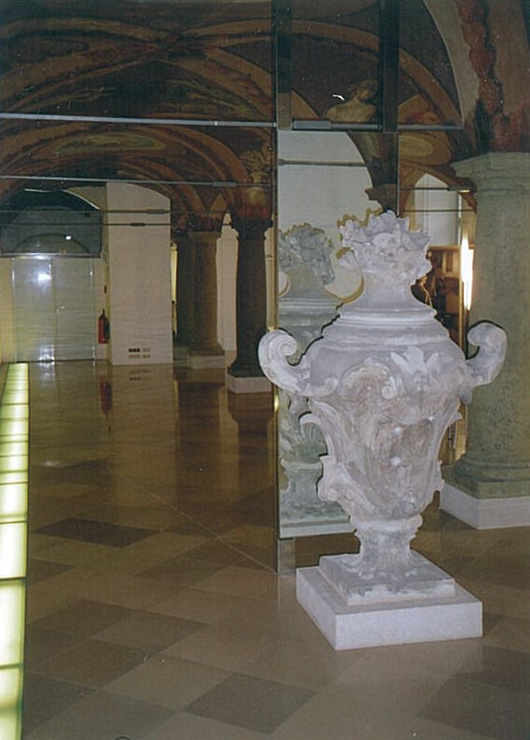
Ziervase Eggenburger Stein
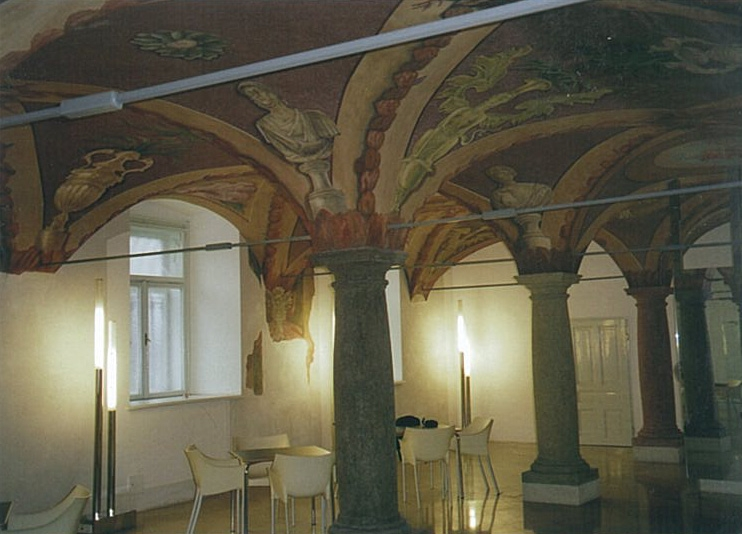
Freskomalereien
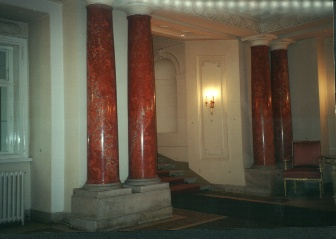
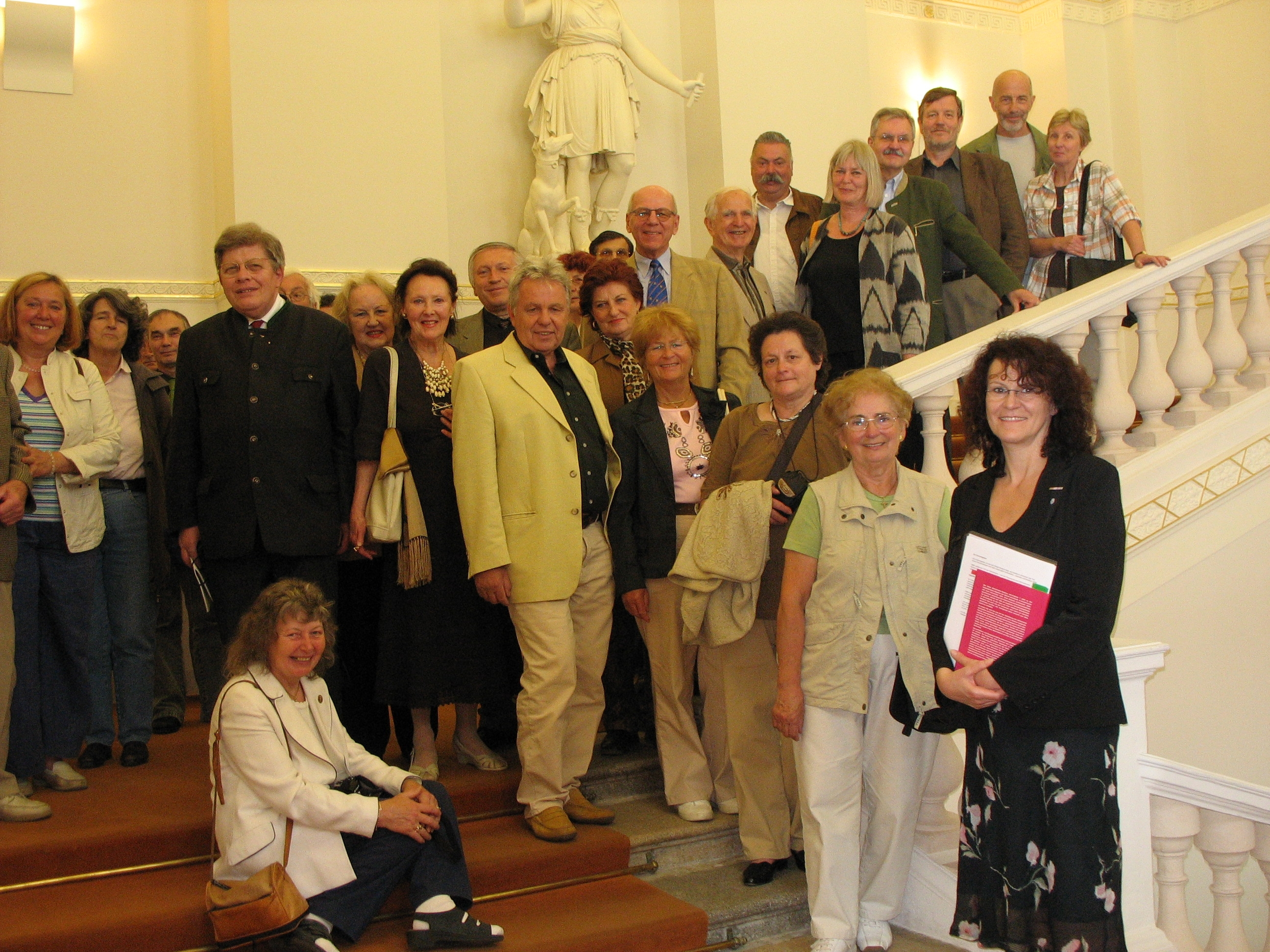
2006 Symposium Kaisersteinbruch Ministerstiege

Das streng klassizistische Palais besitzt zwei riesige Eingangstore und 18 Fensterachsen. Die zwei Portale werden durch Balkone gekrönt. Die horizontale Gliederung erfolgt durch das Gesims und die Dreiecksgiebel der Beletage. Das Vestibül wird durch die Fest- oder Ministerstiege mit dem ersten Stock verbunden. Zumindest die Stufen der Feststiege wurden aus Kaiserstein gefertigt.

## Kaiserstein für Abt Michael Schnabel vom Stift Heiligenkreuz im Schloss Niederleis

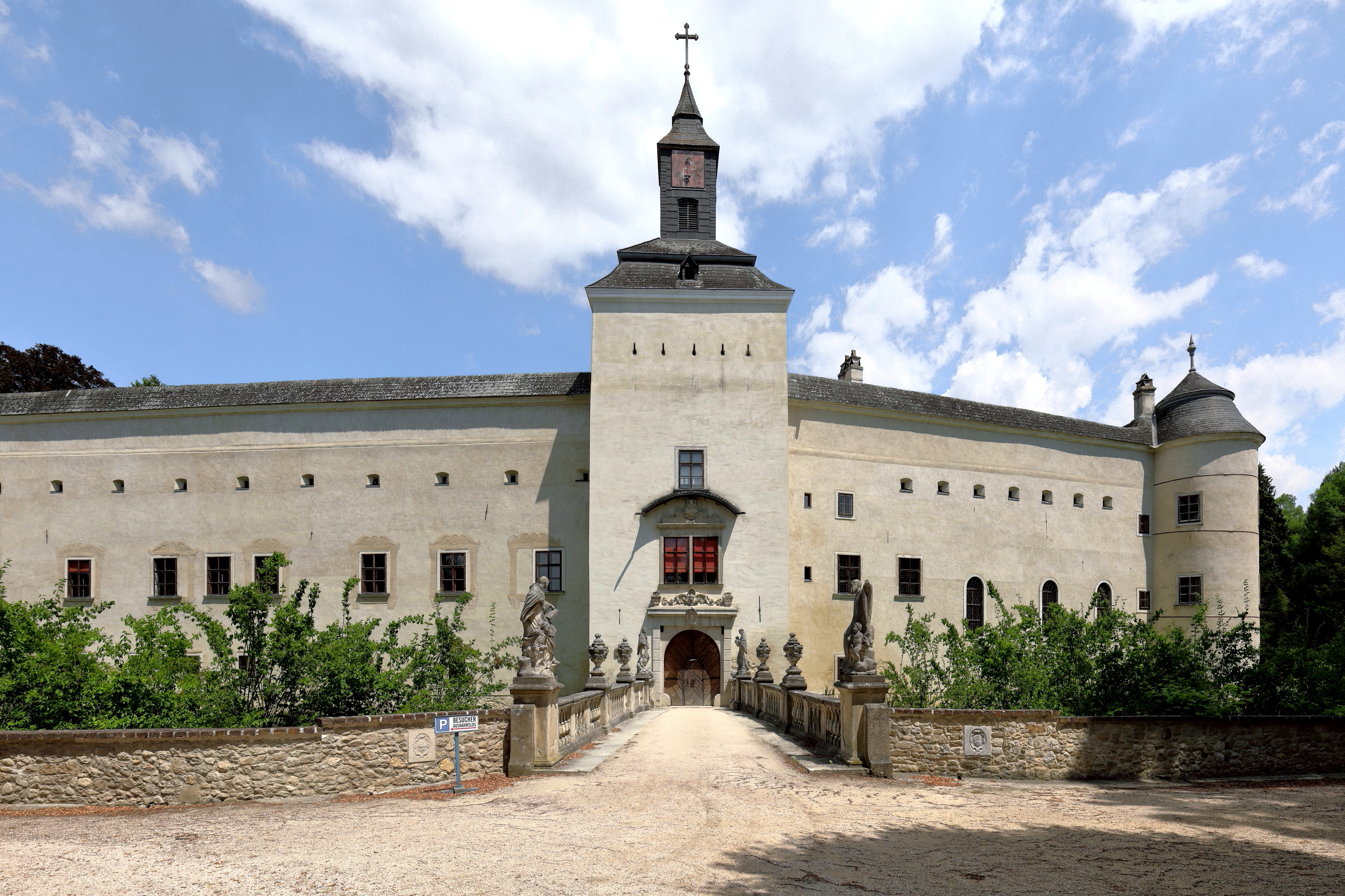
Eingang Schloss Niederleis

Das Schloss steht im Norden des Ortes Niederleis, inmitten eines Parks, einstens von einem Wassergraben umgeben. 1651 kam es in den Besitz des Stiftes Heiligenkreuz, bedeutende Veränderungen fanden statt.
- Die Steinmetzarbeiten aus dem Heiligenkreuzer Steinbruch lieferten die Steinmetz-Brüder Regondi.[48]
- 18. April 1655: Ambrosius 127 fl 15 kr
- 20. Mai 1655: Hans Georg 50 fl

Die letzte Bestätigung über 50 fl vom 15. November 1657 war von Meister Ambrosius.
Abt Clemens Schäffer schrieb: … habe ich 1651 einen ganzen steinernen Brunnen in unserem Steinbruch in Ungarn machen und hinüber führen lassen … ein Auftrag für den jungen Ambrosius Ferrethi.

## Kaiserstein im Stift Heiligenkreuz

### Steinportale, Bodenplatten und Stufenanlagen, eine Auswahl
Aufzählung der wesentlichsten Steinportale aus Kaiserstein: Portal zum Kaisersaal im Freigang 1660, Portal zur Kaiserstiege im Stiftshof und im Freigang, Portal zur Grottenstiege im Stiftshof und im Freigang, Nordportal zur Bernardikapelle, Gartenportal der Bibliothek, 2 Portale im Kanzleigebäude.

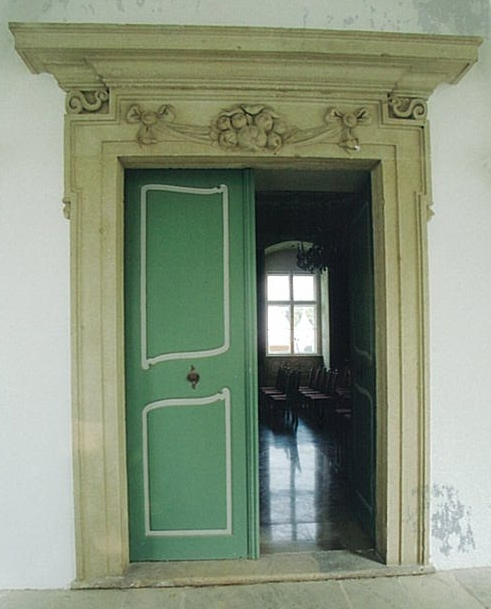
Kaisersaal Portal
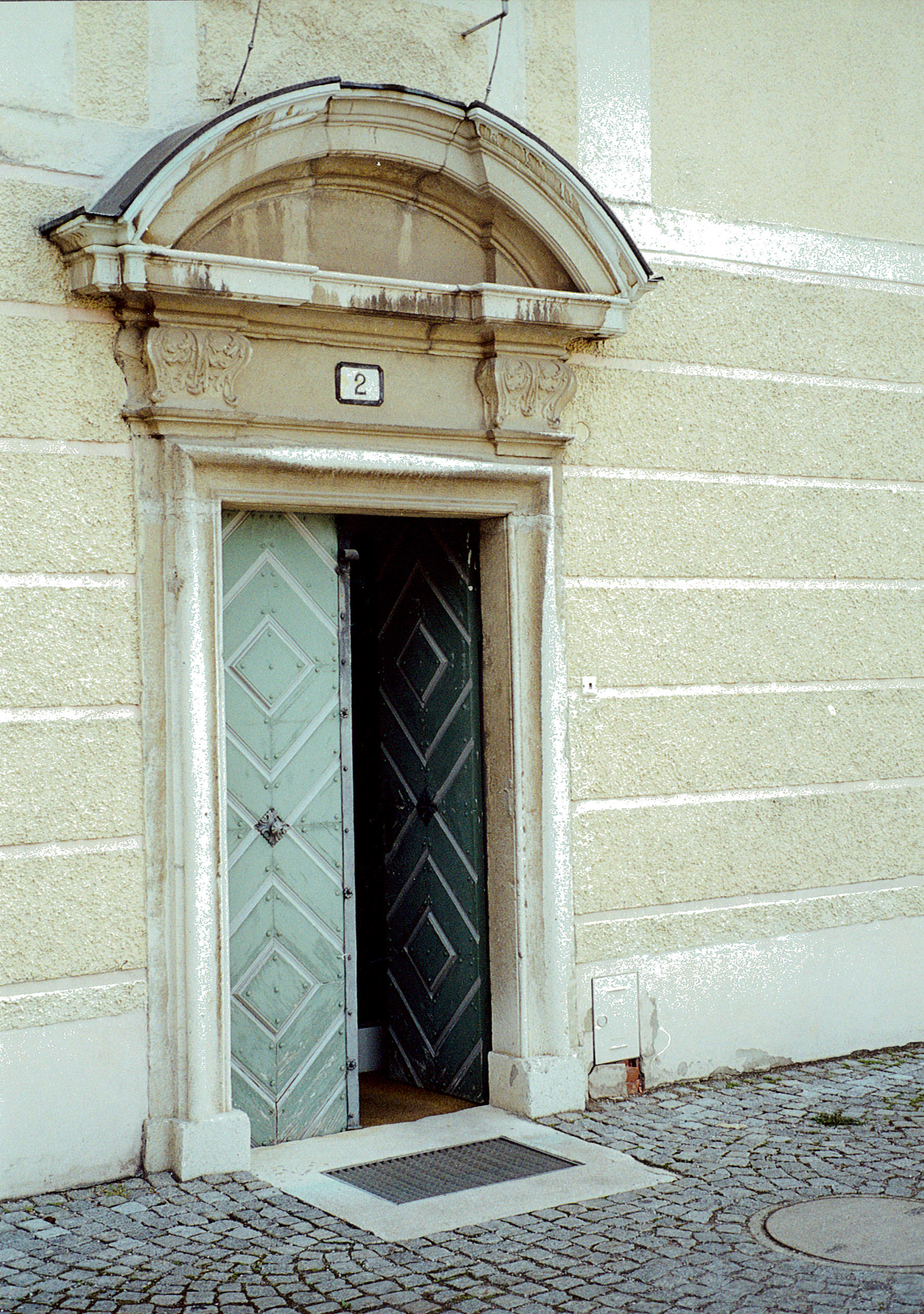
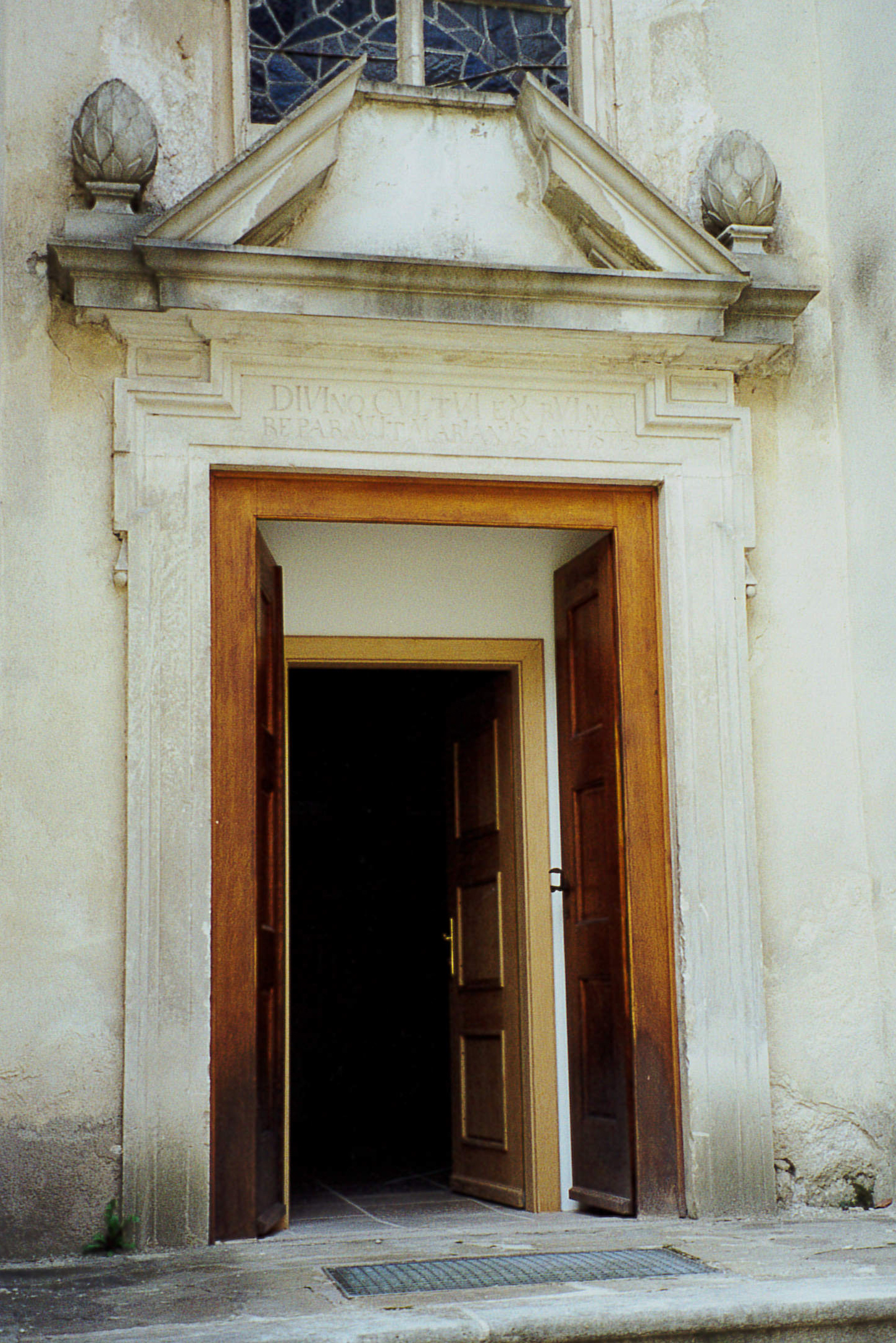
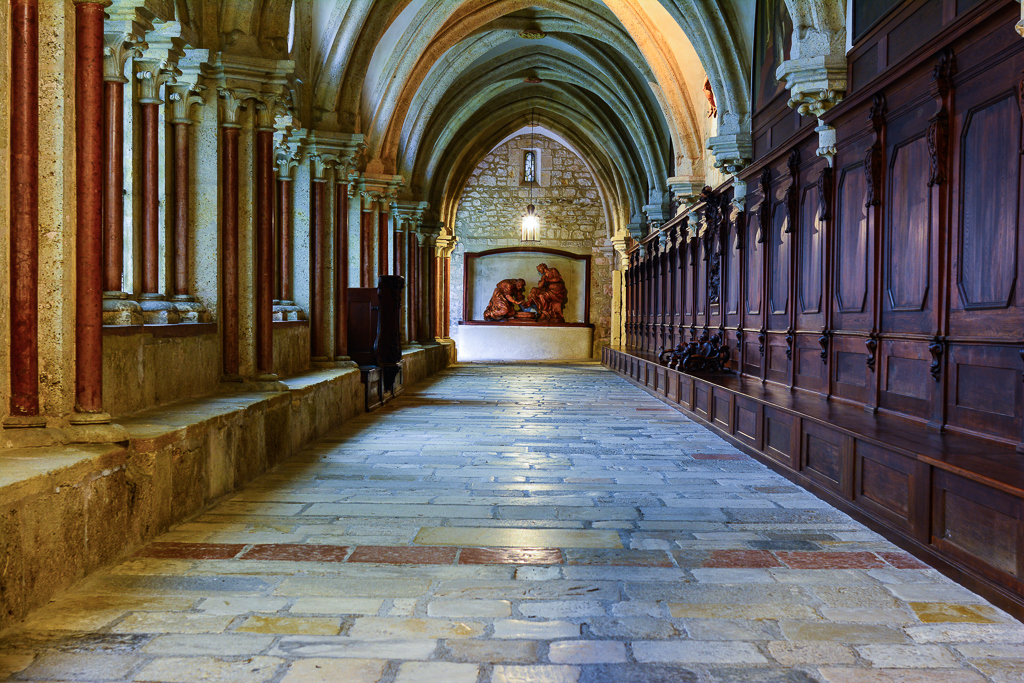
Kreuzgang
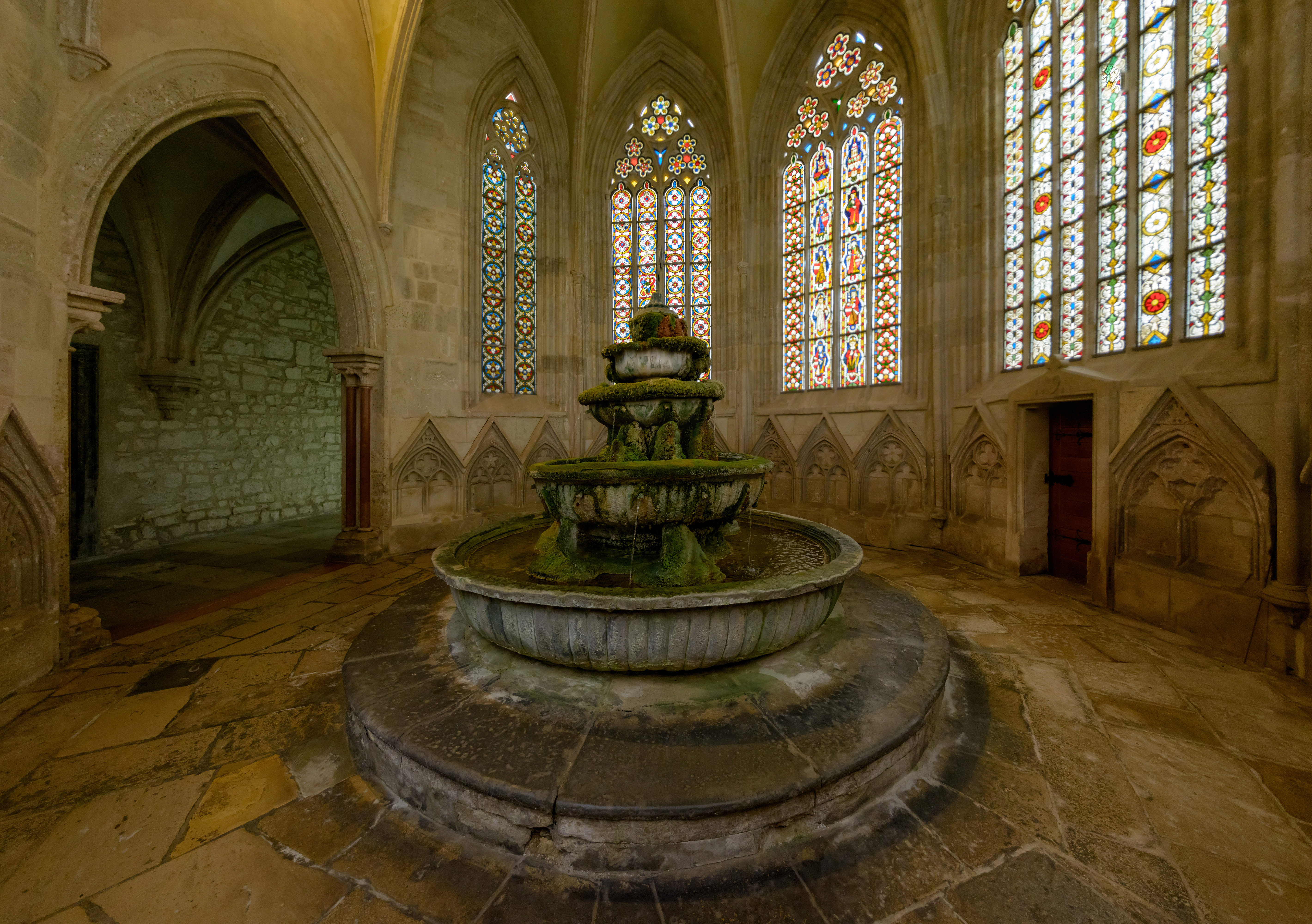
Brunnen-Haus
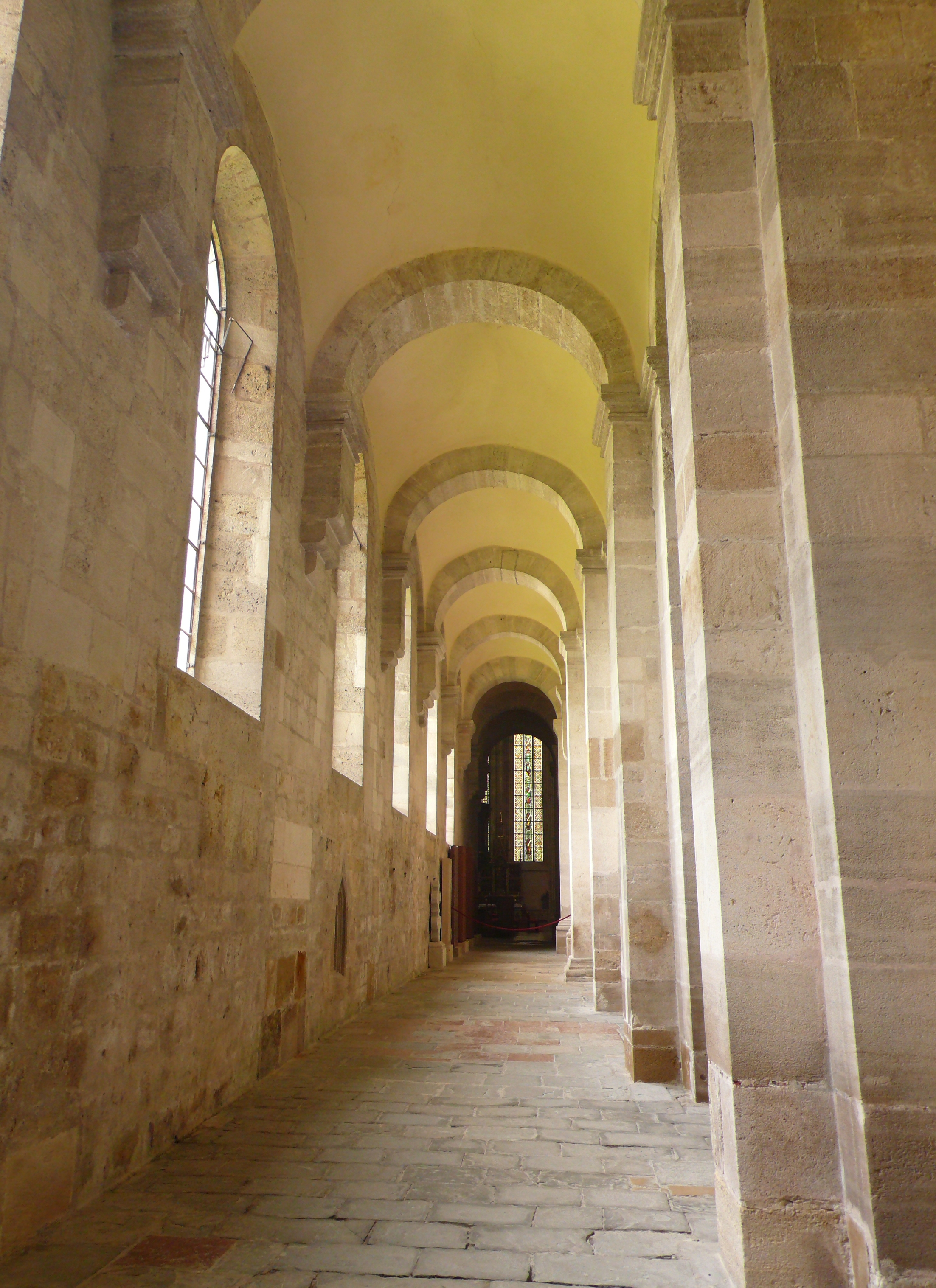
Stiftskirche linkes Seitenschiff
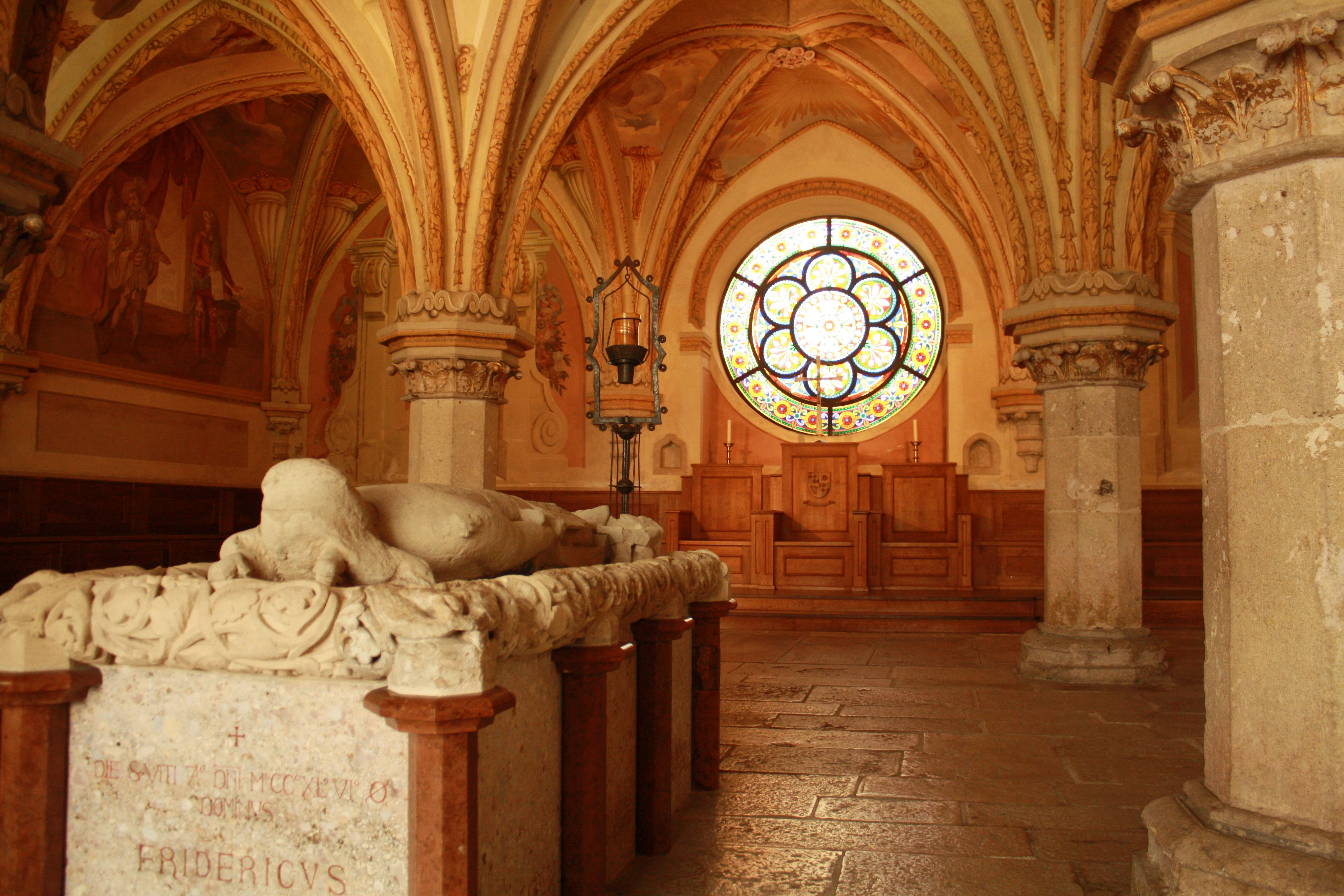
Kapitelsaal mit Hochgrab Herzog Friedrich II.
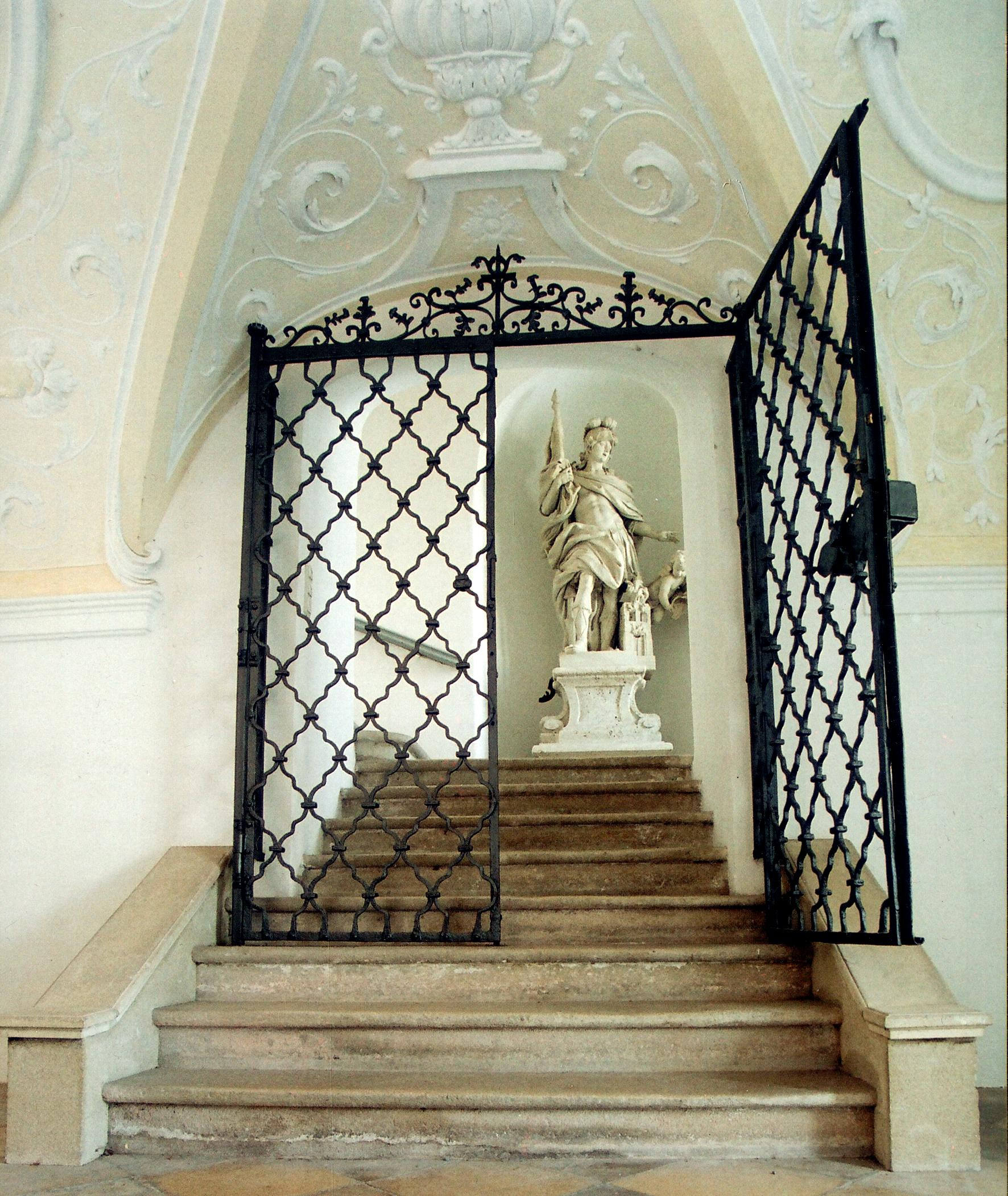
Kaiserstiege Stufen Kaiserstein
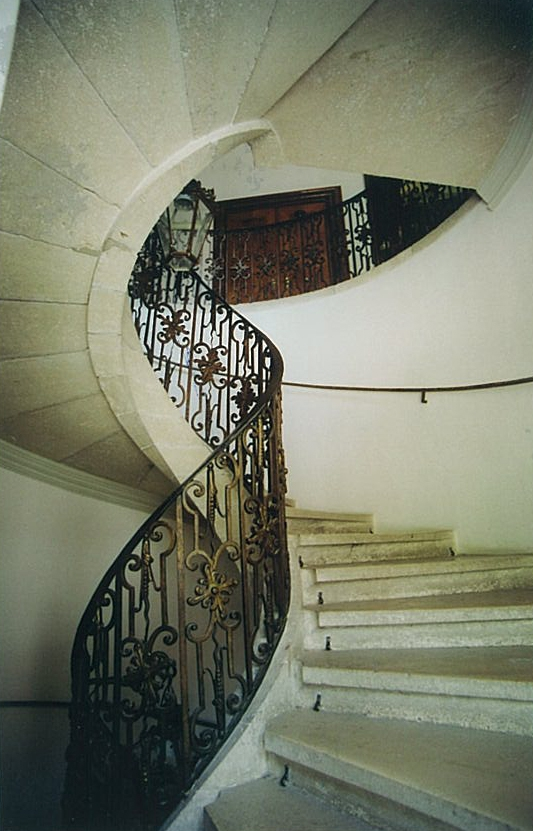
Prälatur Schneckenstiege:
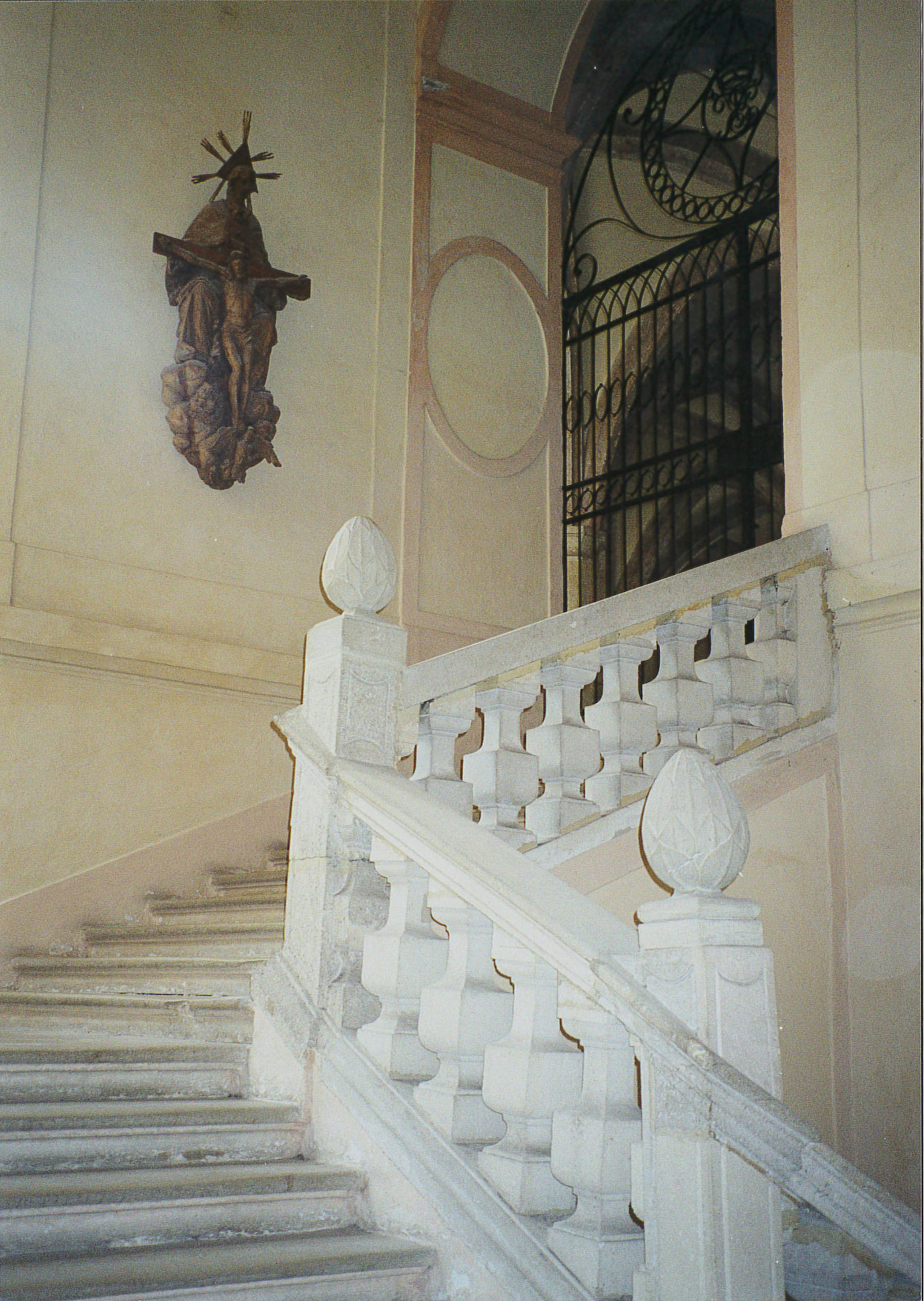
Barockstiege zum Dormitorium

Kreuzgang: Im Kreuzgang fast alle Bodenplatten aus Kaiserstein. Ein Großteil befand sich früher im Priorhof, im Südgang und Westgang mit Steinmetzzeichen A, C, R = Regondi, W = Winkler.
Brunnenhaus/Kreuzgang: Auch im Brunnenhaus sind fast alle Bodenplatten Kaiserstein.
Stiftskirche: Im linken Seitenschiff der Stiftskirche Bodenplatten aus Kaiserstein.
Kapitelsaal: Auch im Kapitelsaal sind fast alle Bodenplatten Kaiserstein.
Barocke Schneckenstiege Prälatur, Konvent 43 Stufen
Grottenstiege mit versteinerten großen Muscheln, vom Stiftshof zur Dachbodentüre 28 Stufen
Kaiserstiege Stiftshof, Freigang 30 Stufen
Barockstiege Dormitorium, Fraterie 38 Stufen
Sakristeistiege Dormitorium, Oratorium 25 Stufen
Konventstiege zum Priorhof von 1641, 35 Stufen
Außenstiege Bibliothek Gartensaal, 2-armig, erbaut unter Abt Franz Xaver Seidemann (1824–1841) 32 Stufen
Stiege Klerikatsgebäude um 1696, 24 Stufen
Barockstiege Kanzleihaus Nr. 2, ehem. Hofrichterhaus 23 Stufen
Ehem. Stiege im Stiftsgasthof von 1648, abgebaut 2000, jetzt am Bauhof 16 Stufen

## Kaiserstein für das Professhaus der Jesuiten am Platz Am Hof

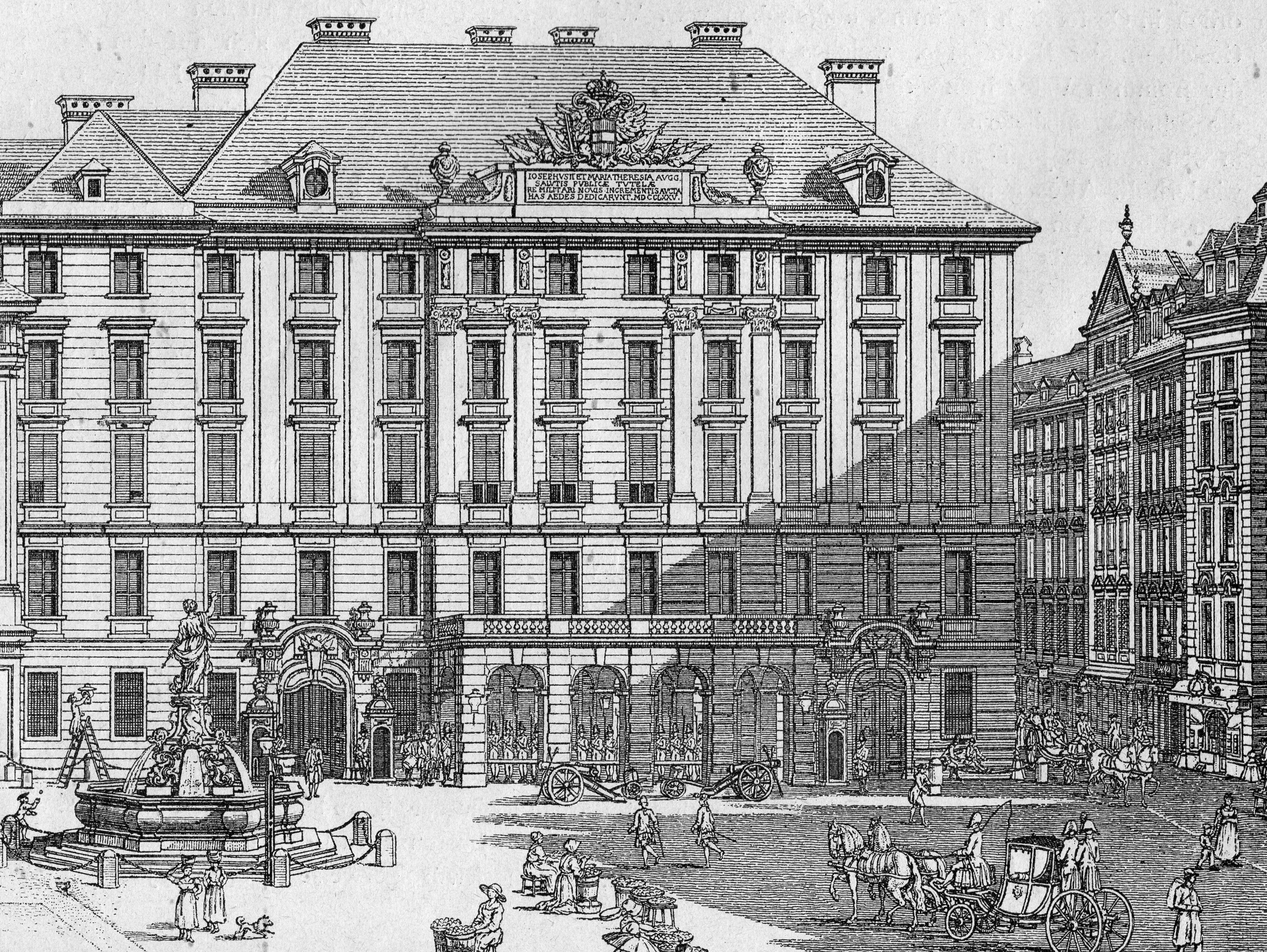
Jesuitenkolleg, danach Hofkriegsrat

2. Dezember 1660: Inventur der verstorbenen Catharina Lorentisch, Ehefrau von Johann Lorentisch, Steinmetzmeister im kaiserlichen Steinbruch.
Indem vorgenannter Witwer Meister Johann Lorentisch zu Wien am Professhaus der Jesuiten ein Fazata gemacht, und sonsten auch unterschiedliche ausgearbeitete Stein dazu gegeben. Davon der Gewinn in der Schätzung dem Kind zum halben Teil hätte zukommen sollen.
Da man aber noch nicht wissen kann, ob ein Gewinn oder Verlust dabei ist, soll ein Mittel gemacht werden und dem Kind der gebührende Teil zugesprochen werden.

## Kaiserstein für Prälat Bernhard II. Schmeddingh im Stift Klosterneuburg

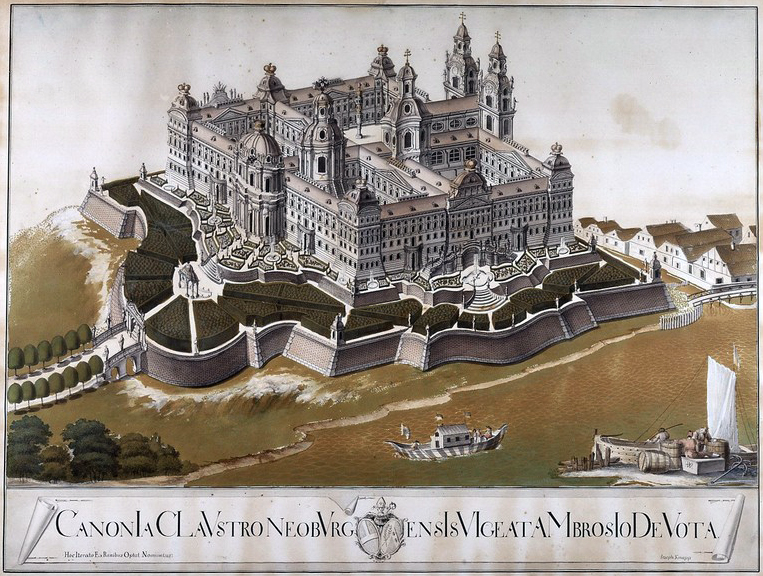
Stiftsmodell 1774

Stift Klosterneuburg am 9. Dezember 1661, Auftrag von Propst Bernhard II. Schmeddingh: Lieferung von Bodenplatten durch die Brüder Ambrosius und Giorgio Regondi, Steinmetzmeister im Kaysl. Steinbruch umb 53 Schuch Stainer zu 71 fl 4 Kr.
- 1. September 1670: … mit Consens Ihro Hochwürden und Gnaden Herrn Herrn Prälaten zu Closterneuburg, andertenthail mit Herrn Ambrosio Regondi in dem khaysl. Steinbruch also tractiert und geschlossen habe, … das würdige Gottshauß zu ihrem Gebäu Plattenstein vonnöthen habe, welche Stein gedachter Herr Ambrosius selbsten auf seine Uncosten nacher Wien biß zu dem Wasser /:wofern das Wötter guet/ innerhalb 14 Tagen zu liefern, herentgegen ihme von jede Claffter versprochen ist worden zu geben 9 fl. Ambrosio Regondi.
- 29. Oktober 1670: … dass mir endts Unterschriebener dieser Auszug mit 153 fl wegen 17 Claffter Stein völlig bezahlt worden. Ambrosio Regondi.

In den Kammeramtsrechnungen sind die Namen Antonius Crivelli und Pietro Maino Maderno dokumentiert, allerdings nicht mit dem Kaiserstein.

## Kaiserstein für den eigenen repräsentativen Palast in der Hofburg für Kaiser Leopold I.

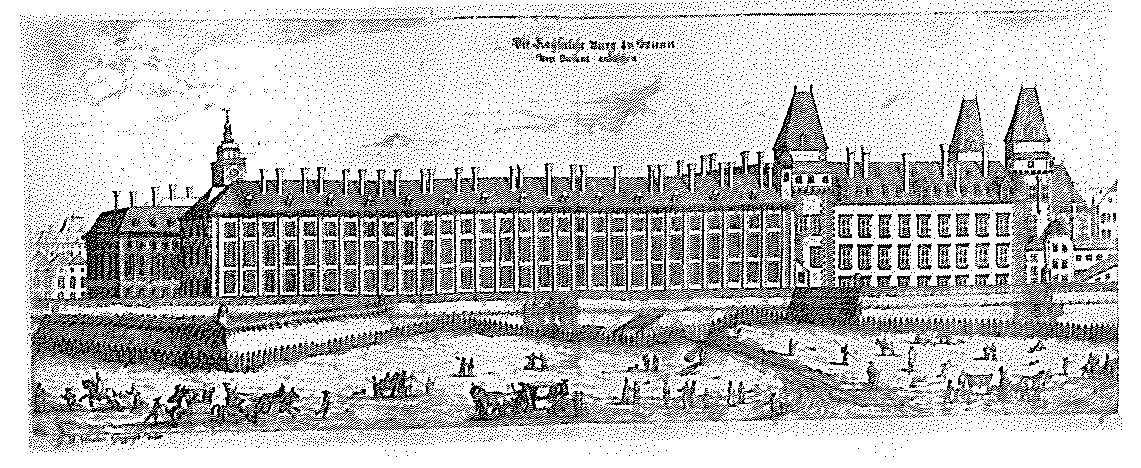
Damalige Neue Burg 1672
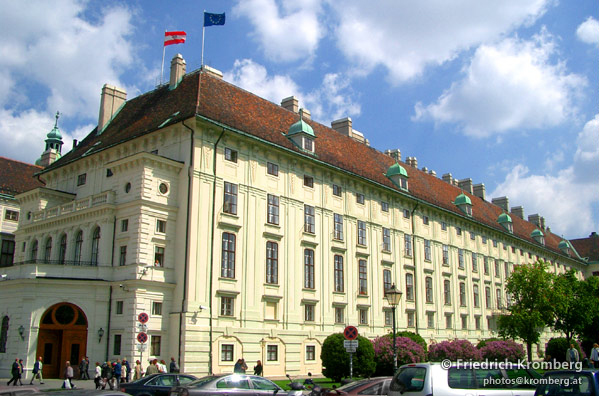
Leopoldinischer Trakt
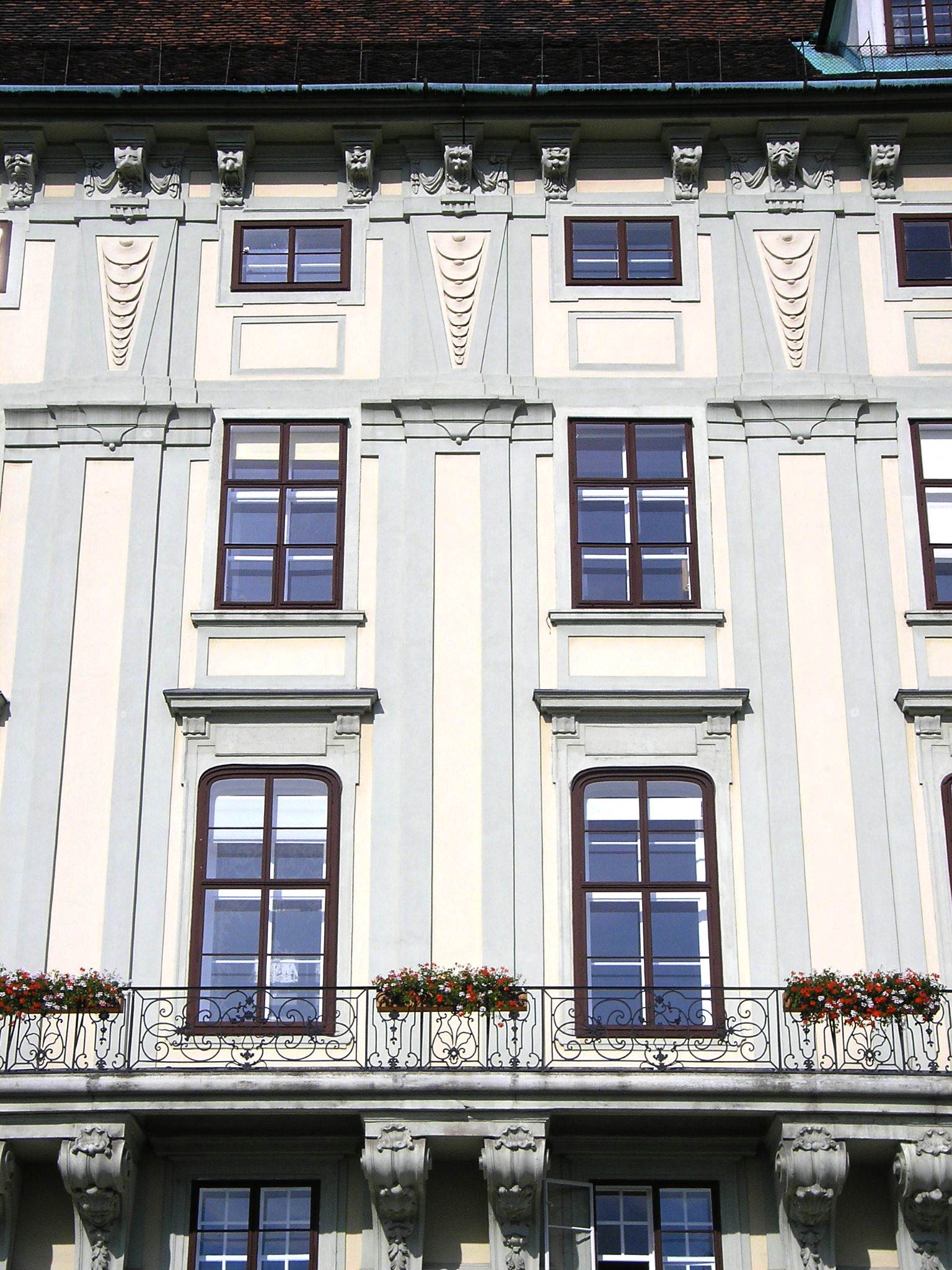
Fassade

Kaiser Leopold I. hat, noch nicht einmal 17 Jahre alt mit der Regierung der habsburgischen Erblande betraut, diesen Hofburgteil als seinen eigenen repräsentativen Palast erbauen lassen. 1660 hat man mit der Errichtung des Bauwerkes begonnen. Die Pläne waren vom kaiserl. Ingenieur Philibert Lucchese ausgearbeitet worden und fanden den Beifall Leopolds. Die Ausführung oblag den italienischen Baumeistern Carlo Martino Carlone und Domenico Carlone, mit denen Lucchese am 12. Juli 1660 einen Vertrag abschloss.
Den Großauftrag für Steinlieferungen und Steinmetzarbeiten, vor allem der Fassaden, erhielt der KAISER-STEINBRUCH (der Bauschreiber Lucas Ehrlinger ordnet diesen mangels Ortskenntnissen – bei Mannersdorf – zu, das geschieht auch in heutiger Literatur!), zwei seiner Meister Ambrosius Ferrethi und Camillo Räz (Beide waren Heiligenkreuzer Untertanen, Meister der Kaisersteinbrucher Bruderschaft).
Obgleich die Arbeiten mit großer Eile vorangetrieben wurden, traten aus Materialmangel Verzögerungen ein.
- Schreiben vom 5. May 1665 an die Hofkammer[53] … hauptsächlich ist die größte Verhindernus das hardte Steinwerch, so auß dem KAYßER STAINBRUCH bey Männerstorff geliffert werden soll. Mit Vorwandt, durch die Kriegsweßen diße zway Jahr her, die Pauern um ihre Pferdt khommen. Dahero keine Fuhrleute (wie gern sie auch die Bezahlung leisten wollen tun) haben khönnen.
- … ehe dieses Stainwerch, sonderbar die großen Gesimsplatten auf der äußeren Seithen zu der FACIATA nicht geführt, khann an dem Tachwerch einzudöckhen nicht angefangen werden, welches alle anderen Arbeithen hindern thut.

Die Steinmetzmeister Camillo Räz und Ambrosius Ferrethi haben, des gelieferten harten Steinwerks halber, zum Kaysl. neuen Burggebäude 12.163 fl 39 1/2 Kr, und was zu der Portten dargeben worden 134 fl 18 Kr, zusammen 12. 297 fl 57 1/ Kr erhalten.
- Expedition auf Salzamt lauth 2. May 1669

## Kaiserstein für Kaiserin Anna, Gemahlin Kaiser Matthias, für Kapuzinerkirche, -kloster und Kaisergruft
Der kaiserliche Hof kehrte 1617 von Prag nach Wien zurück, Kaiserin Anna stiftete dem Orden der Kapuziner von St. Ulrich einen Konvent samt Kirche und damit in Verbindung eine Begräbnisstätte für sich und ihren Gemahl.
Kaiser Leopold I. verfügte die sofortige Erweiterung der Gruft. Steinmetzmeister Ambrosius Ferrethi aus dem kayserlichen Steinbruch, arbeitete am Großauftrag des Leopoldinischen Traktes der Hofburg. Für die Kaisergruft lieferte er 1662 glattpolierte Bodenplatten, weißen harten Kaiserstein für die Stufen zur Kirche usw. Noch heute in wunderbarem Zustand.

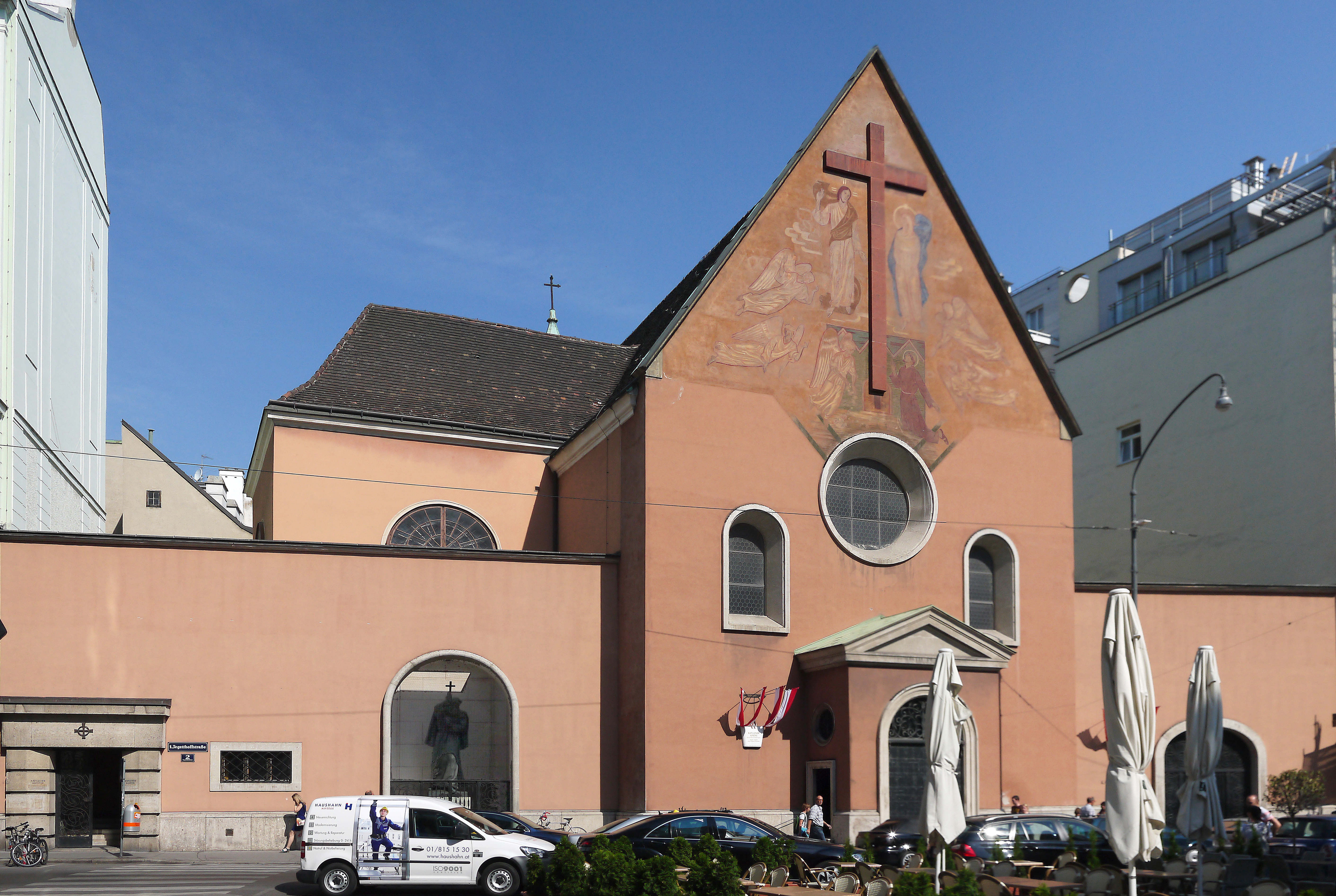
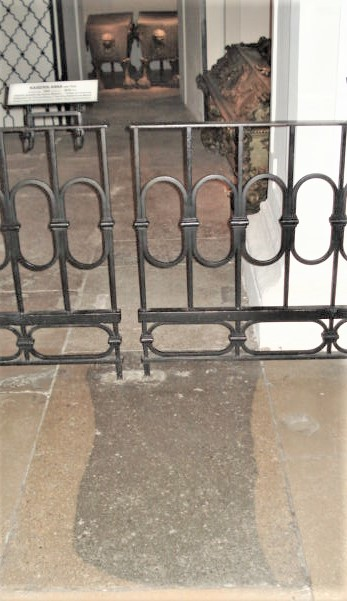
Blick zur Gründergruft
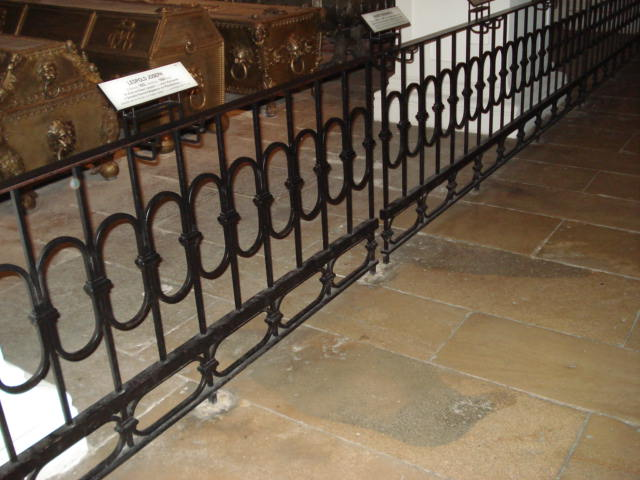
Bodenplatten: Kaiserstein  mit blauen Einschlüssen
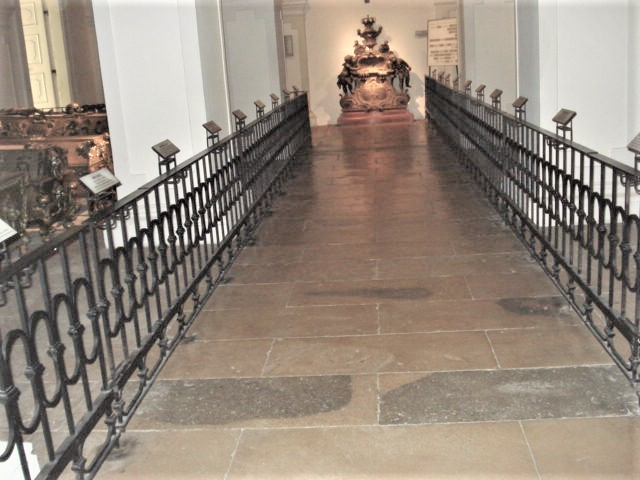
Leopoldsgruft, Herzurne der Ma. Anna, Königin v. Portugal
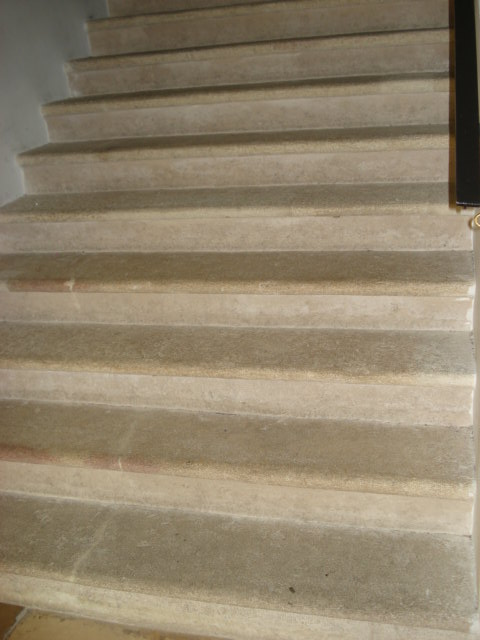
Stiege zur Kirche
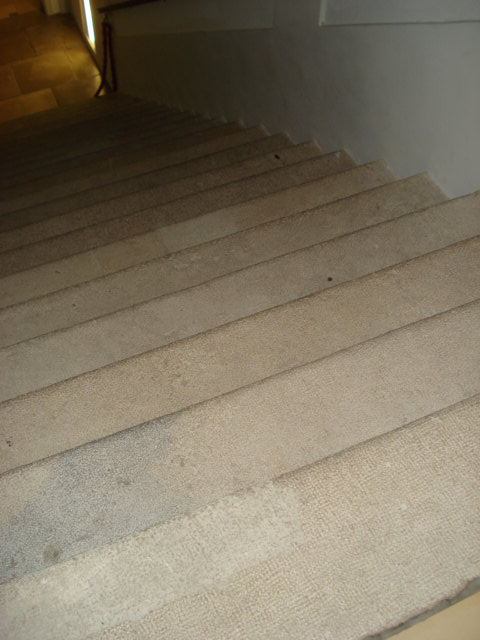
Kaisersteinstufen

1784 wurde durch Kaiser Joseph II. ein Teil des Kapuzinerklosters und der größte Teil des Klostergartens zu Wohnhäusern verbaut. Beim Rundgang mit Pater Gottfried wurden im Kloster zwei größere und eine kleine Stiege(n) gesehen, in der Kirche Stufen zu Seitenaltären, alle aus Kaiserstein mit blauen Einschlüssen, einzelne Stufen zur Gänze blau.

## Kaiserstein für Kaiserin Eleonora, Witwe Ferdinands III. für Ursulinenkirche und -kloster in der Johannesgasse
Kaiserin Eleonora, Witwe Ferdinands III. berief 1660 die Ursulinen von Lüttich nach Wien. Der Ankauf des Hauses des Grafen Scharffenberg in der Johannesgasse erfolgte 1663, in den Jahren bis 1686 kamen 7 weitere Häuser dazu. Die Grundsteinlegung von St. Ursula war 1673, die Weihe 1675.

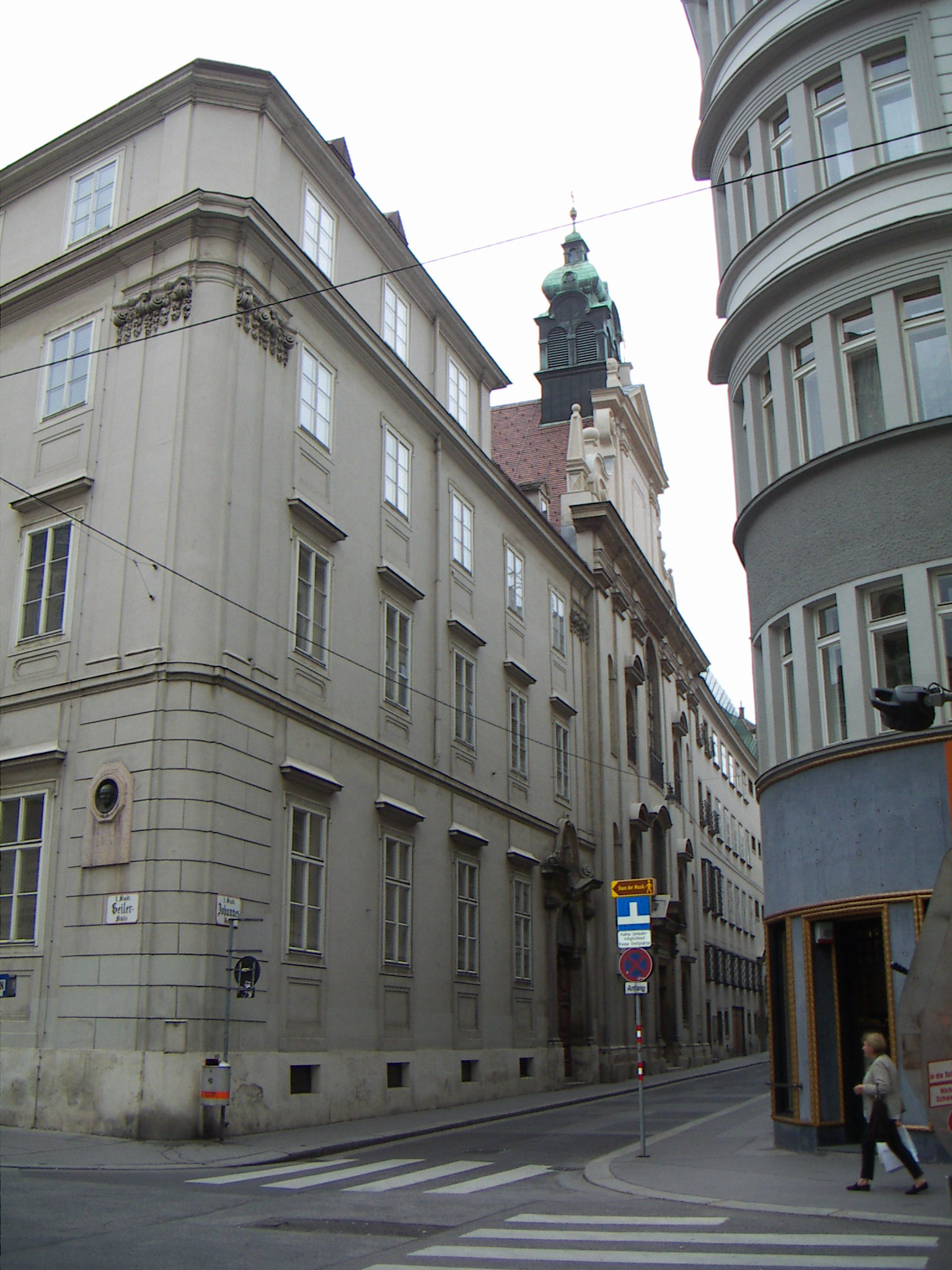
Johannesg., ehem. Ursulinen-kloster
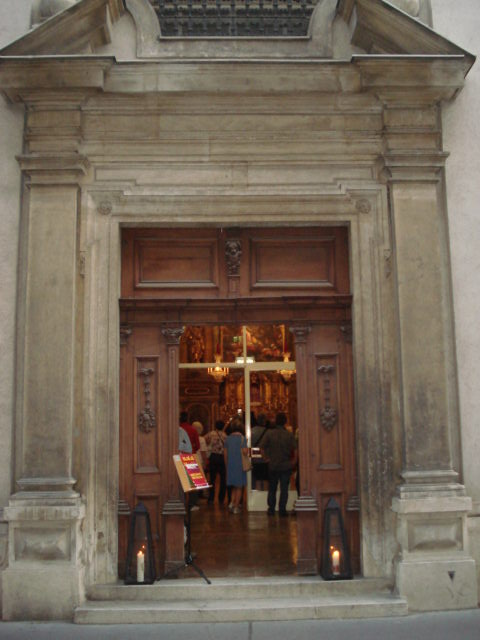
Portal
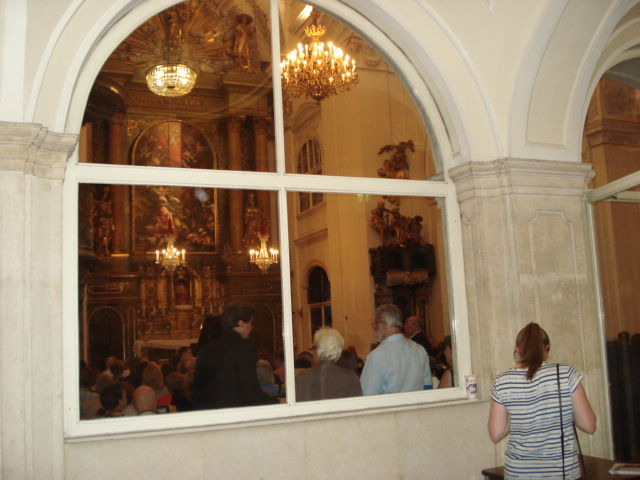
Blick vom Vorraum zum Hochaltar
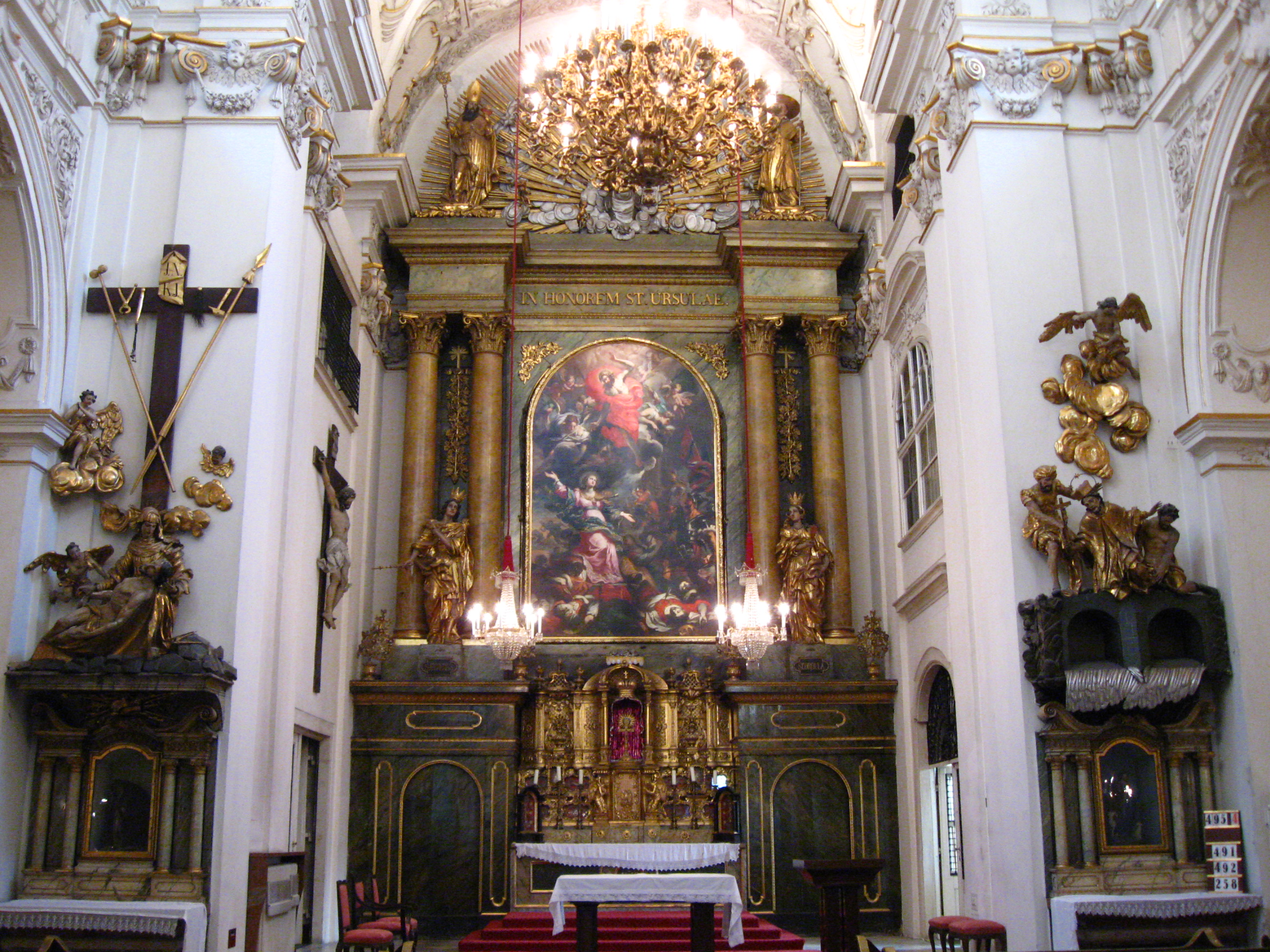
Innenraum
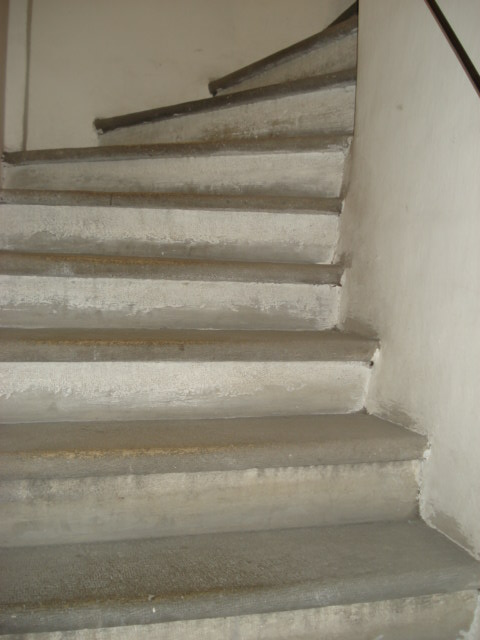
Stiege zur Orgelempore
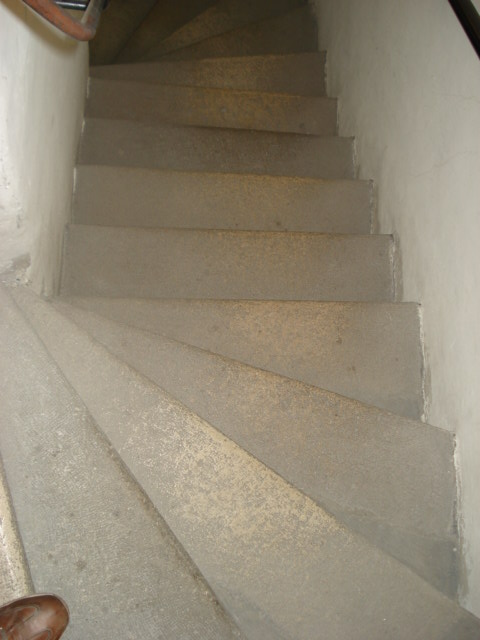
Kaiserstein

Im 1. Drittel des 18. Jahrhunderts Einbau einer Doppelempore, eine Stiege mit Kaisersteinstufen wurde gesehen. Der Vorraum ist mit Solnhofener Plattenkalk ausgelegt.

## Kaiserstein für Abt Clemens Schäffer vom Stift Heiligenkreuz, für den Gewölbekeller und Kasten im Kaisersteinbrucher Pfarrhof
7. Mai 1669: Bau eines Kellers und Kastens in Kaisersteinbruch (im Pfarrhof), die Steinmetzarbeiten leistete Ambrosius Regondi. (Auszug)
Dieses Schriftstück aus dem Archiv des Stiftes Heiligenkreuz dokumentiert den Bau dieses großen Gewölbekellers, der Text wurde um der Verständlichkeit willen ein wenig verändert, wo es möglich erschien, auch gekürzt. In diesem Keller befanden sich nach alten Berichten einst riesige Weinfässer, es ist vorstellbar, dass hier viel Wein getrunken wurde. Die Meister, manche von ihnen besaßen Weingärten in umliegenden Gemeinden, wie Winden, Breitenbrunn, Sommerein usw. wollten im Gasthaus ihren Wein verkaufen. Das Stift wollte das nicht, so wurde nach einem Zeitplan vorgegangen, ein strittiges Thema.
„Alle Unkosten für den Neuen Keller in Steinbruch so auß Befehl Ihro Hochwürden und Gnaden Herrn Herrn Clementis Abt zu Heiligenkreuz zu bauen angefangen und durch mich Patrem Gottfried (Libichen) Verwalter in parem Geldt außgeben worden, vom 7. May 1669 bis 1670 inclusive.
Von 7. May bis 28. July einen Graber mit seinen Tagwerkern die Erden außzuscheiben angedingt, so in allen 832 Tagwerkh jedes zu 15 kr … 208 fl, den 17. Juny 1669 haben die Maurer und ihre Zureicher in besagtem Keller zu mauern angefangen und wochentlich nach dem Verzeichnus in Geld bezahlt … 598 fl 58 Kr, zu Wien erkauft 10 Scheibtruhen, jede zu 42 kr, macht … 7 fl.
Dem Hans Böhm zu Sarasdorf, Zimmermann, ein neues Zimmerdach mit seinen Gesellen samt aller Zubehör gemacht und bezahlt mit … 45 fl, über den Keller ein Vordächel oder Schupfen und einer Aufsetzung bey der Kellerthür … 12 fl 30 kr, Thomas Mormaniz, Inwohner zu Wilfersdorf hat daß völlige Dach mit Rohr eingedeckht … 26 fl, dazu von Winden 10 Schöber Rohr kauft, jedes zu 30 kr, bezahlt mit … 5 fl, die Untertanen zu Podersdorf haben 20tausent gebrannte Ziegel geben, jeder zu 2 fl 30 kr, bezahlt mit … 50 fl.
Item dem Maister Mathias Rebhanel, Tischler zu Sommerein von 2 doppelten Kellertüren mit doppelten Laden und eisernen Nägel beschlagen, dann zwey andere doppelte Thiern mit einfachen Laden so er von seinem Holz hergeben, alles zusamben bezahlt mit … 12 fl 30 kr“

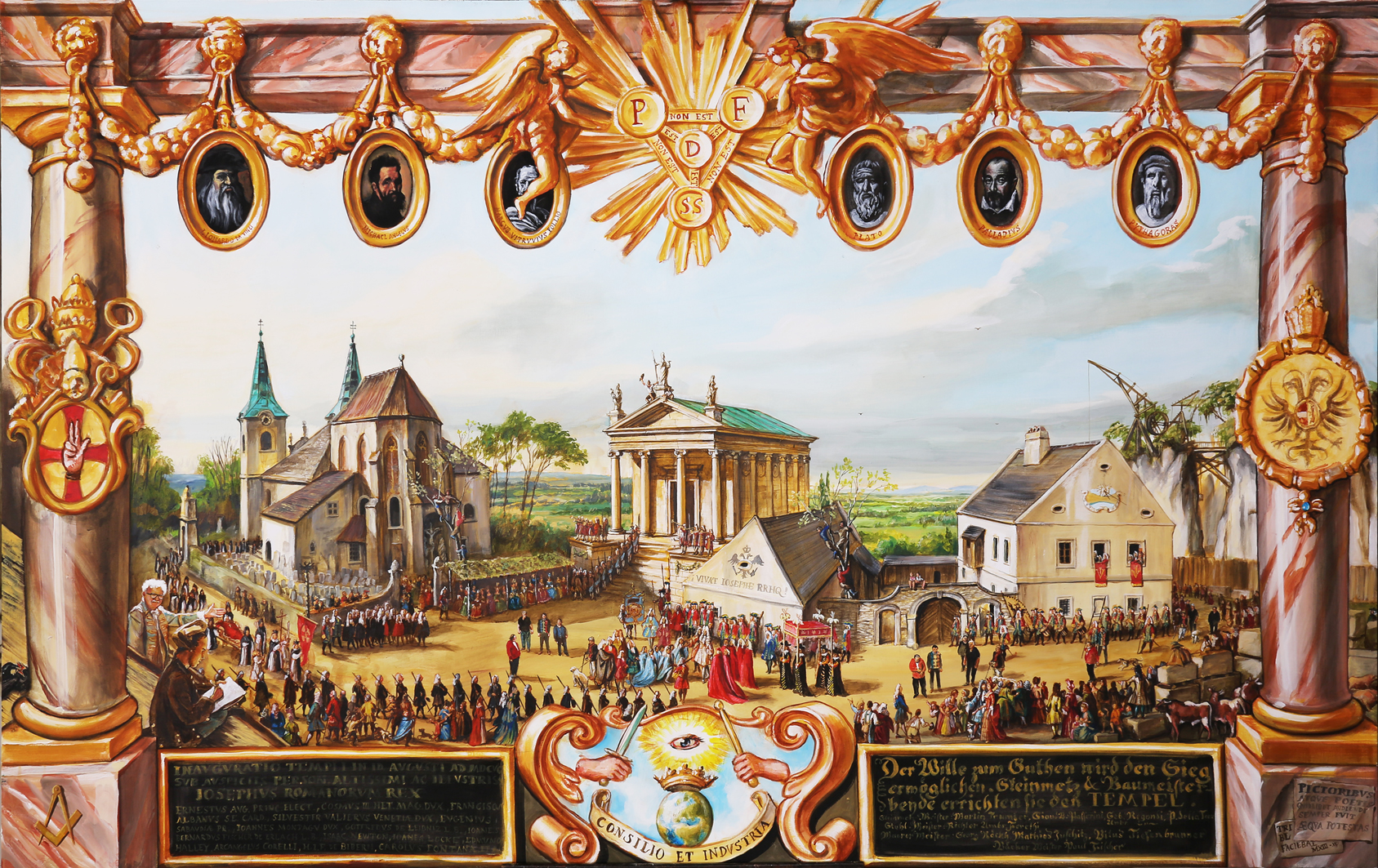
Tempel Kaisersteinbruch, mit Pfarrhof und Kasten
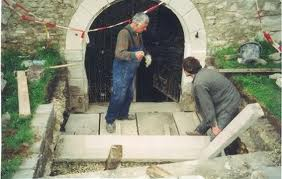
Meisterleistung Georg Zsalacz Stufen zum Kellergewölbe
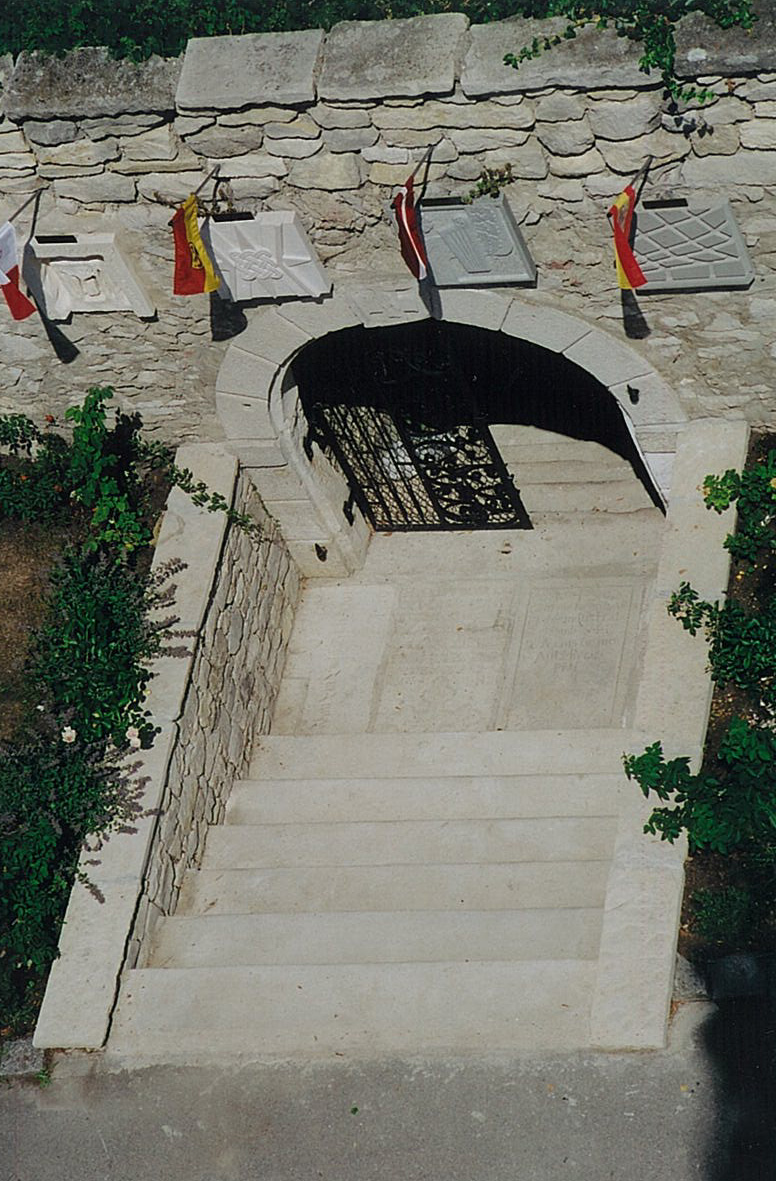
Früher ebenerdig.
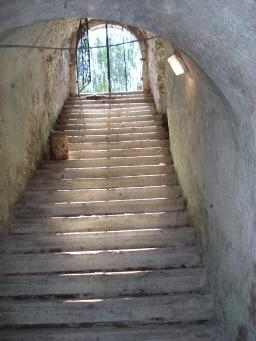
Kellerstiege
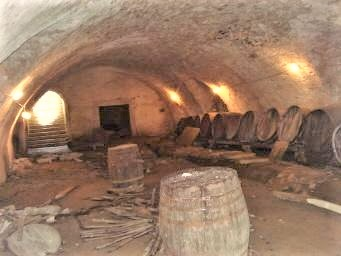
Gewölbekeller 2008

„Folgt was Meister Ambrosius Regondi, Richter in Steinbruch, zu diesem Gebeü in Stainen hergeben. Erstlich 9 Castenfenster, sein zusamben 108 Schuch, jeder zu 10 kr … 18 fl, item 9 Kellerfenster, tun alle Fenster 76½ Schuch, jeder zu 10 kr, bring item zwey Kellertüren jede 23 Schuch extraordinary Stein, aine 12 fl / 24 fl
Item 29 Staffel mit zusamben 188½ Schuch zu 10 kr, bringt … 31 fl 25 kr, item auf dem Tippel Mauern zwey Creuz sambt der Handt außgehaut jedes zu 5 fl … 10 fl, item hat ein Steinbrecher 21 Tagwerk Gewölb Platten gebrochen, jeden Tag 24 kr … 8 fl 24 kr“
„Zu dem Casten und Kellerfenstern sein die eisernen Gattern aus dem Closter gemachter heraußgeschickht worden. Der Kalk zu diesem Gebeü ist gegen Winden gebrennt worden, darnebenst soviel verkauft, daß die Kalchbrenner und Holzhackher bezahlt worden, ist also aller Kalch umsonst kommen. Den 19. März den Casten mit Ziegel gepflastert, Maurer und Tagwerkher bezahlt … 23 fl 58 kr

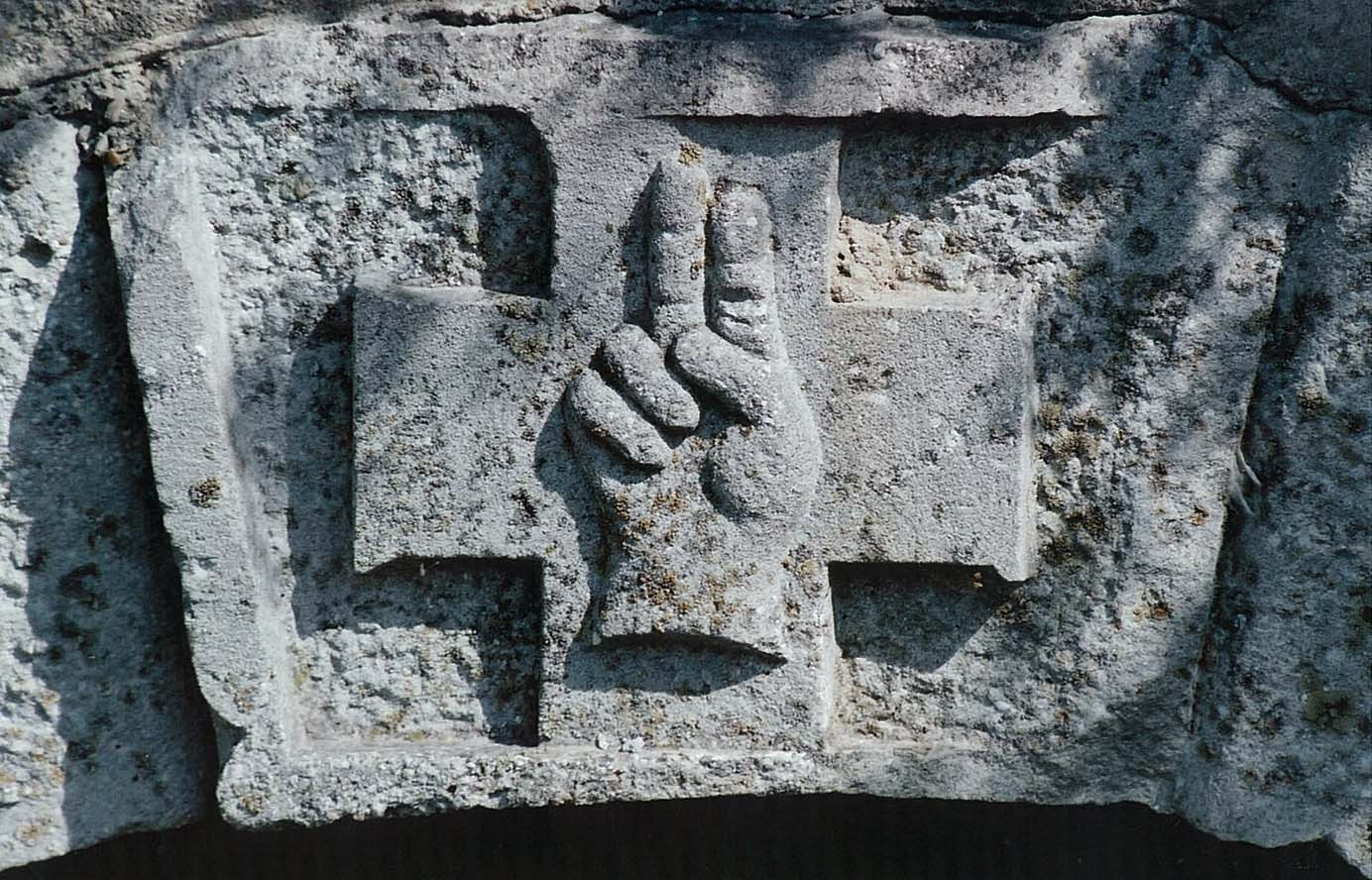
„Kreuz samt der Hand“, Schwurhand

Den 9. Apr. die Mauer gegen den Freythoff aufführen lassen u. pro interim ein Stallung auf etliche Pferde gemacht worden, die Maurer und Tagwerker bezahlt mit … 26 fl 38 kr, den 29. Aug. den Keller mit Stainen pflastern lassen, haben 18 Tag daran gearbeith, Maurer und Zuraicher bezahlt mit … 41 fl 30 kr
Zu Ausführung des Wassers durch den Keller sind 12 Claffter steinerne Rinnen von Maister Ambrosius Regondi gemacht worden … 9 fl, item 2 größere Rinnen … 1 fl 30 kr, item hat der Tischler von Sommerein 15 große und kleine Fensterladen in Casten und Keller gemacht, dafür bezahlt … 1 fl 45 kr.
- Summe der völligen Ausgaben zu dem Keller in Steinbruch … 1.375 fl 23 kr“[56]

## Kaiserstein für Graf Ernst III. von Abensperg und Traun, in seinem Schloss zu Petronell
Schloss Petronell in Niederösterreich, der wohl großartigste Schlossbau dieser Epoche in Österreich, ist durch den verwendeten Stein und die Brüder Ambrosius und Giorgio Regondi, beide Steinmetzmeister in Kaisersteinbruch verbunden.
- Baumeister Domenico Carlone lieferte 1660 dem Bauherrn einen Kostenvoranschlag über die Maurerarbeiten.

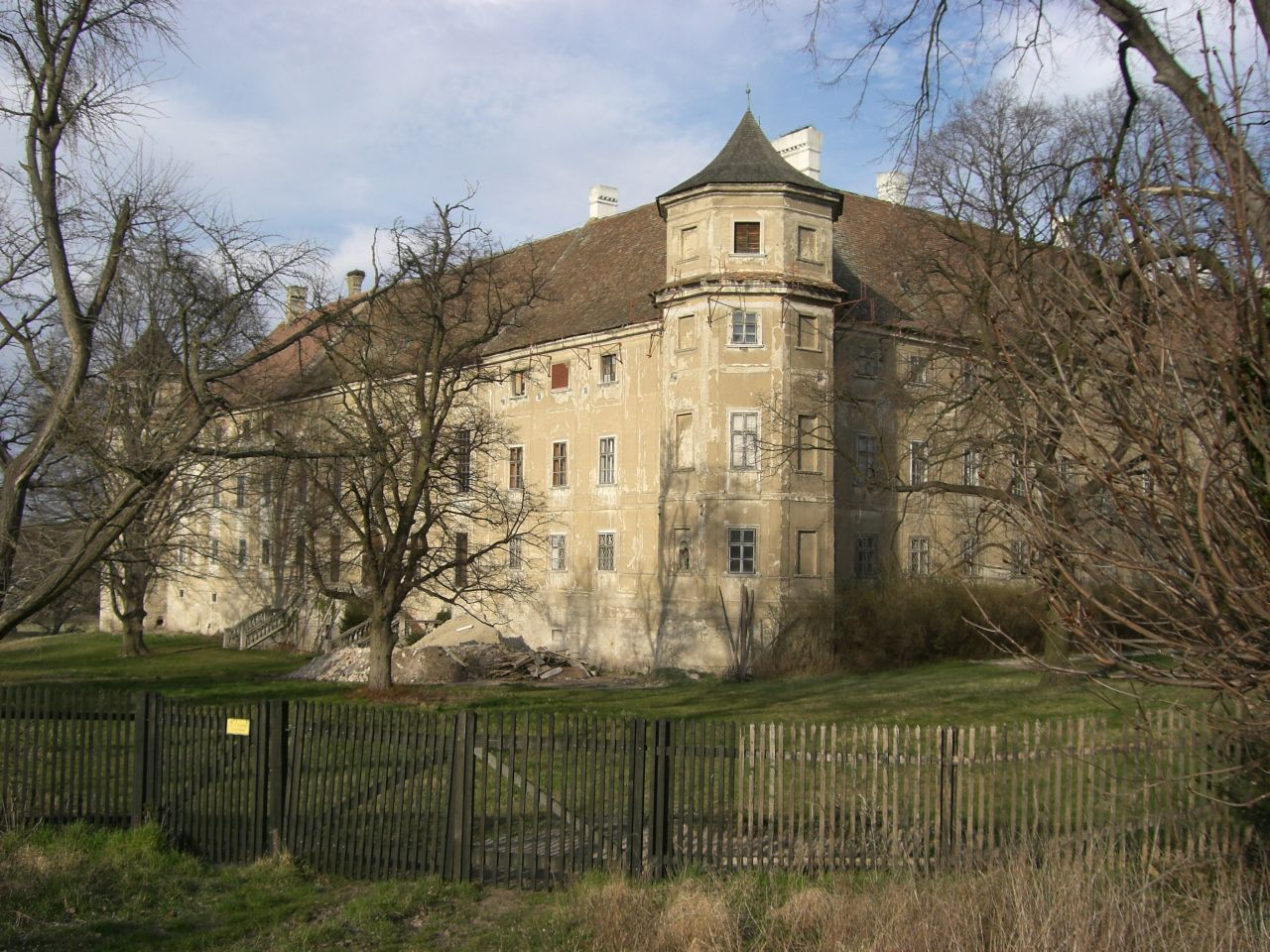
Schloss Petronell vor der Restaurierung
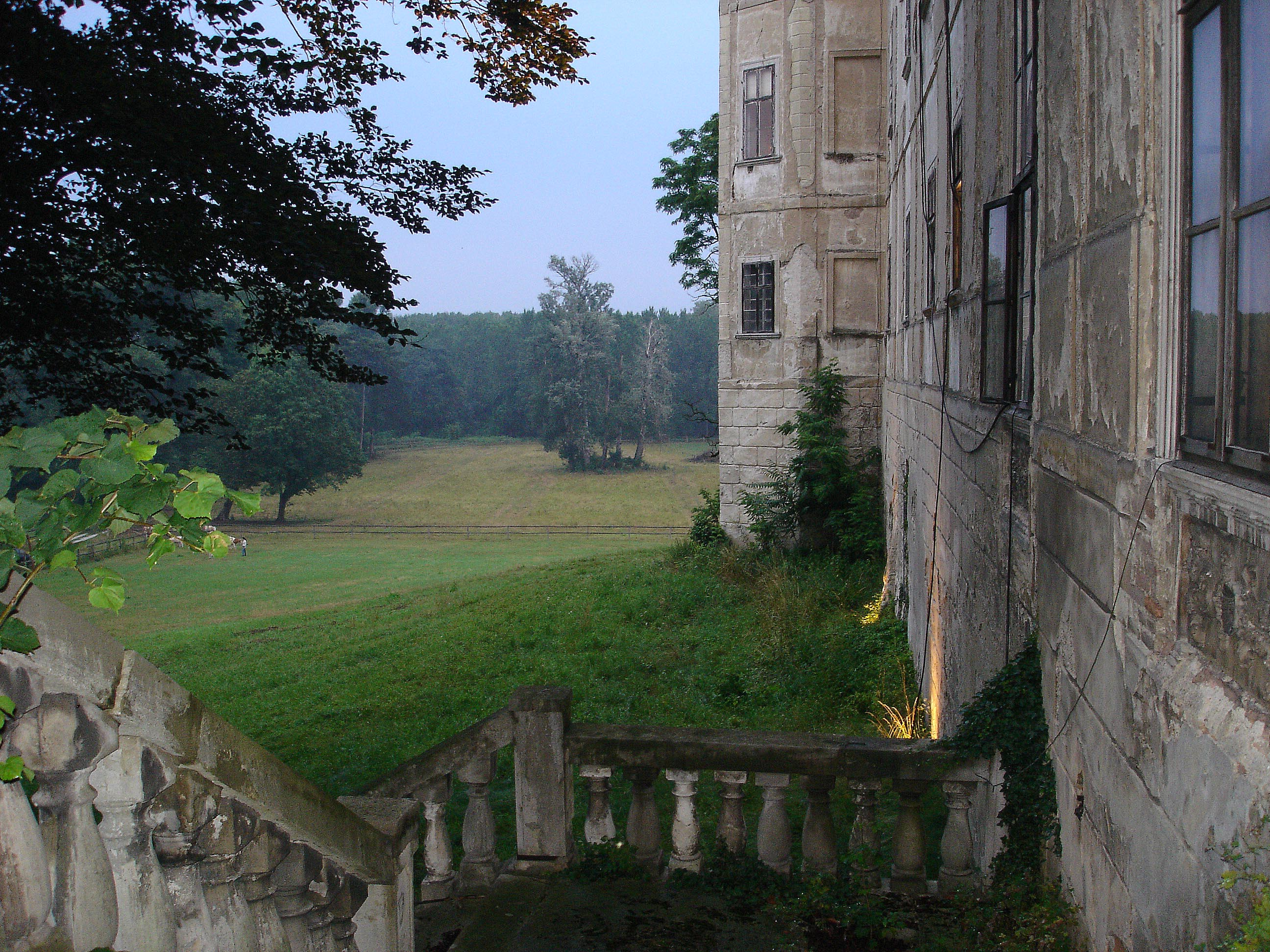
Baluster und Stufen
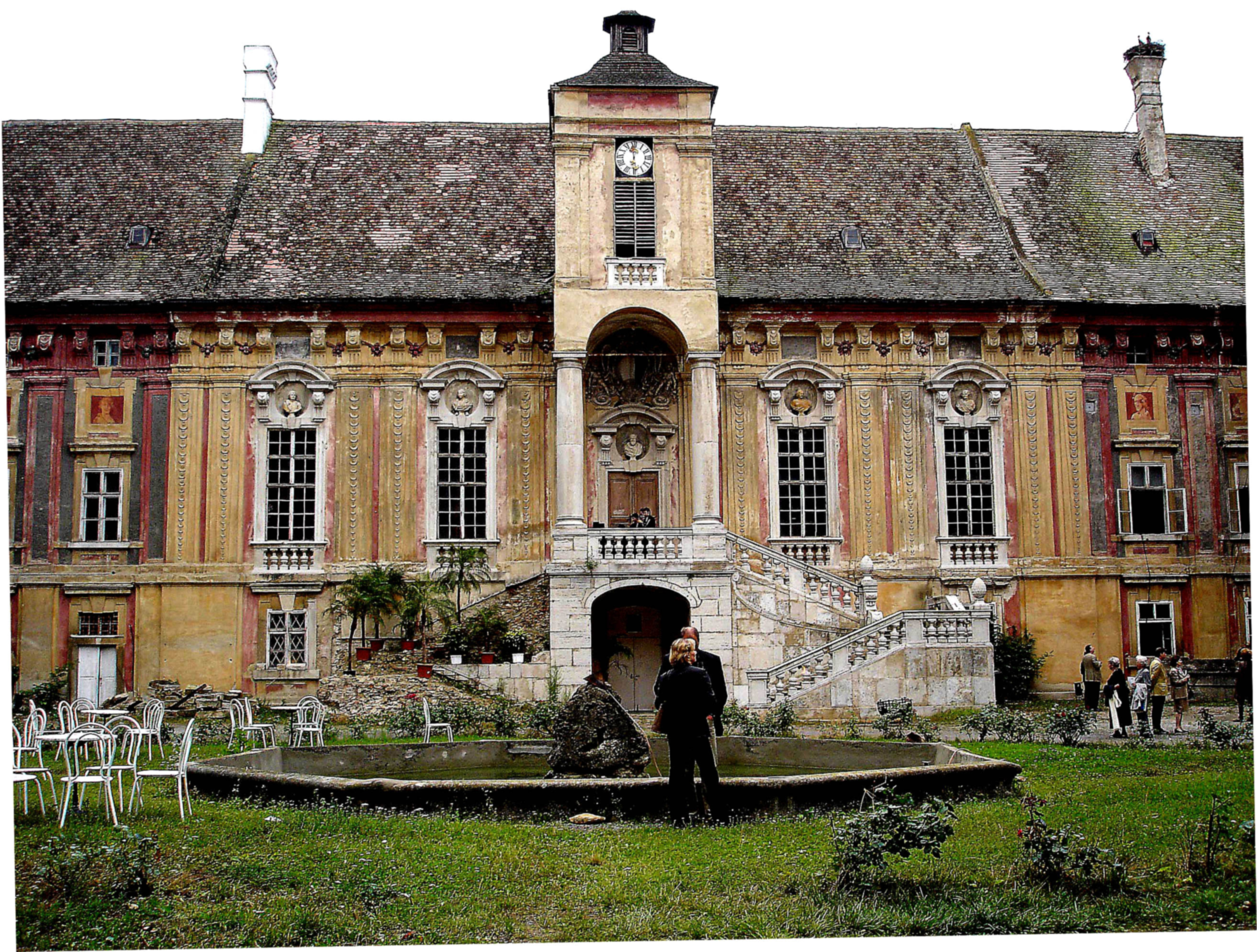
Innenhof
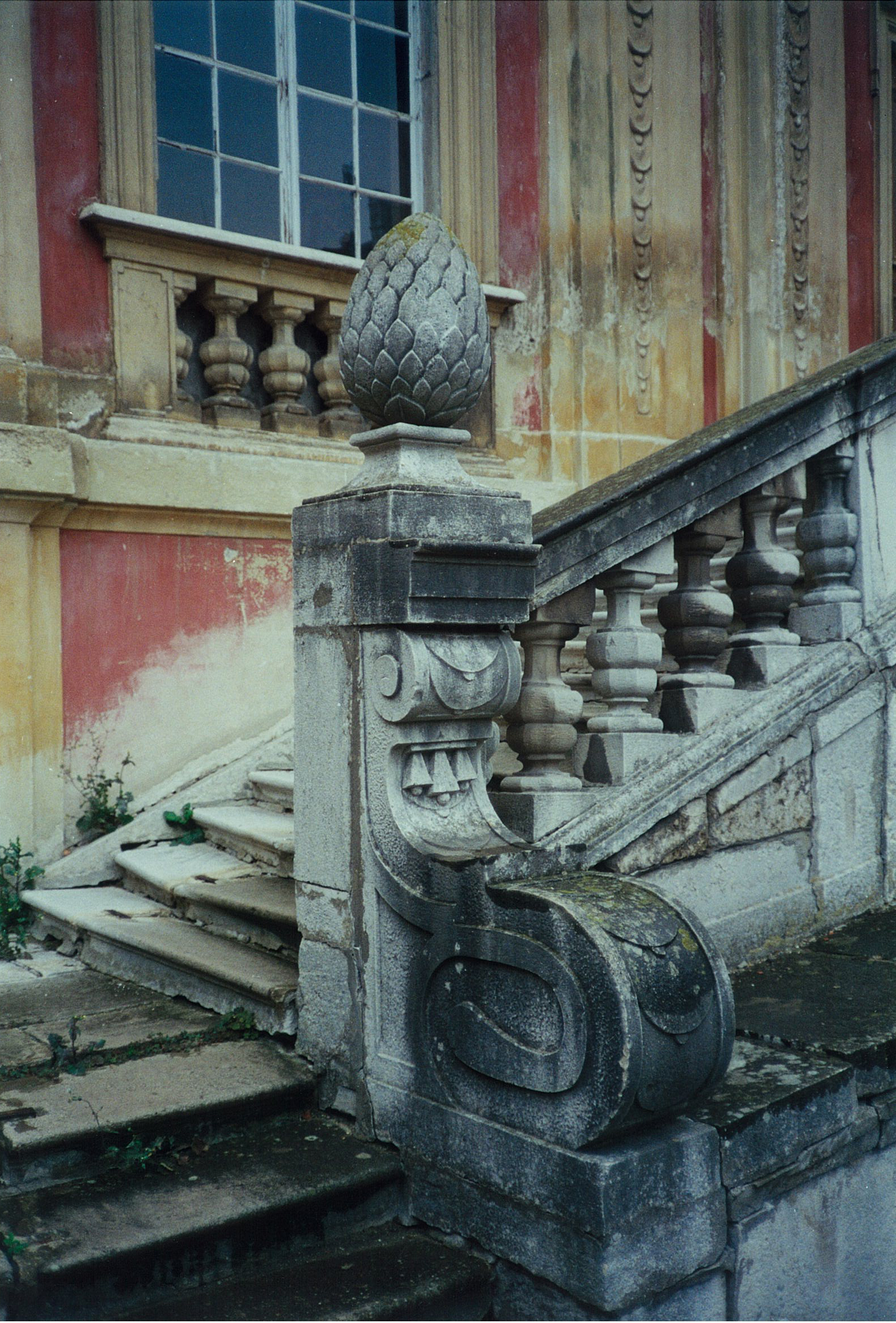
Treppe
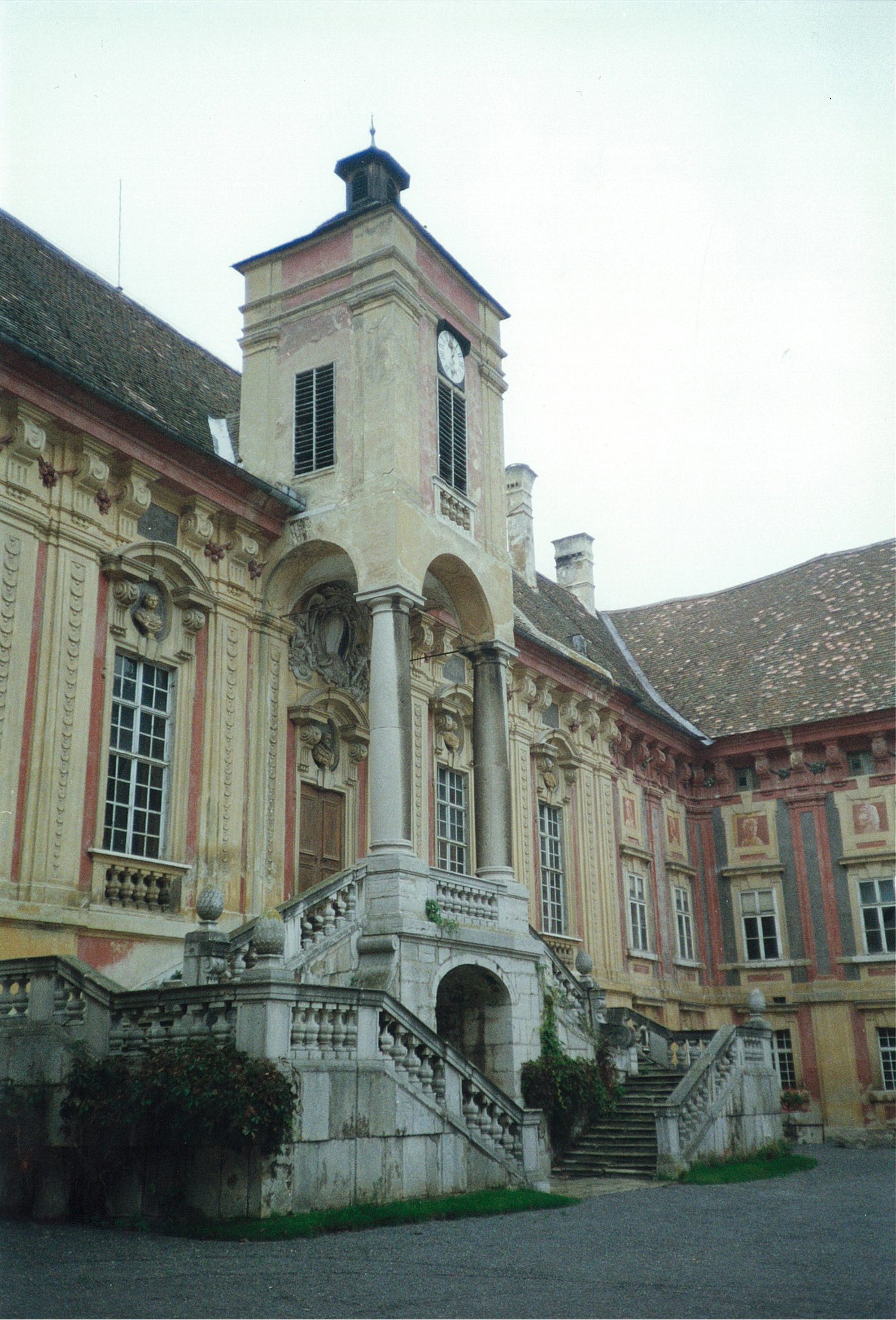
Gartentreppe
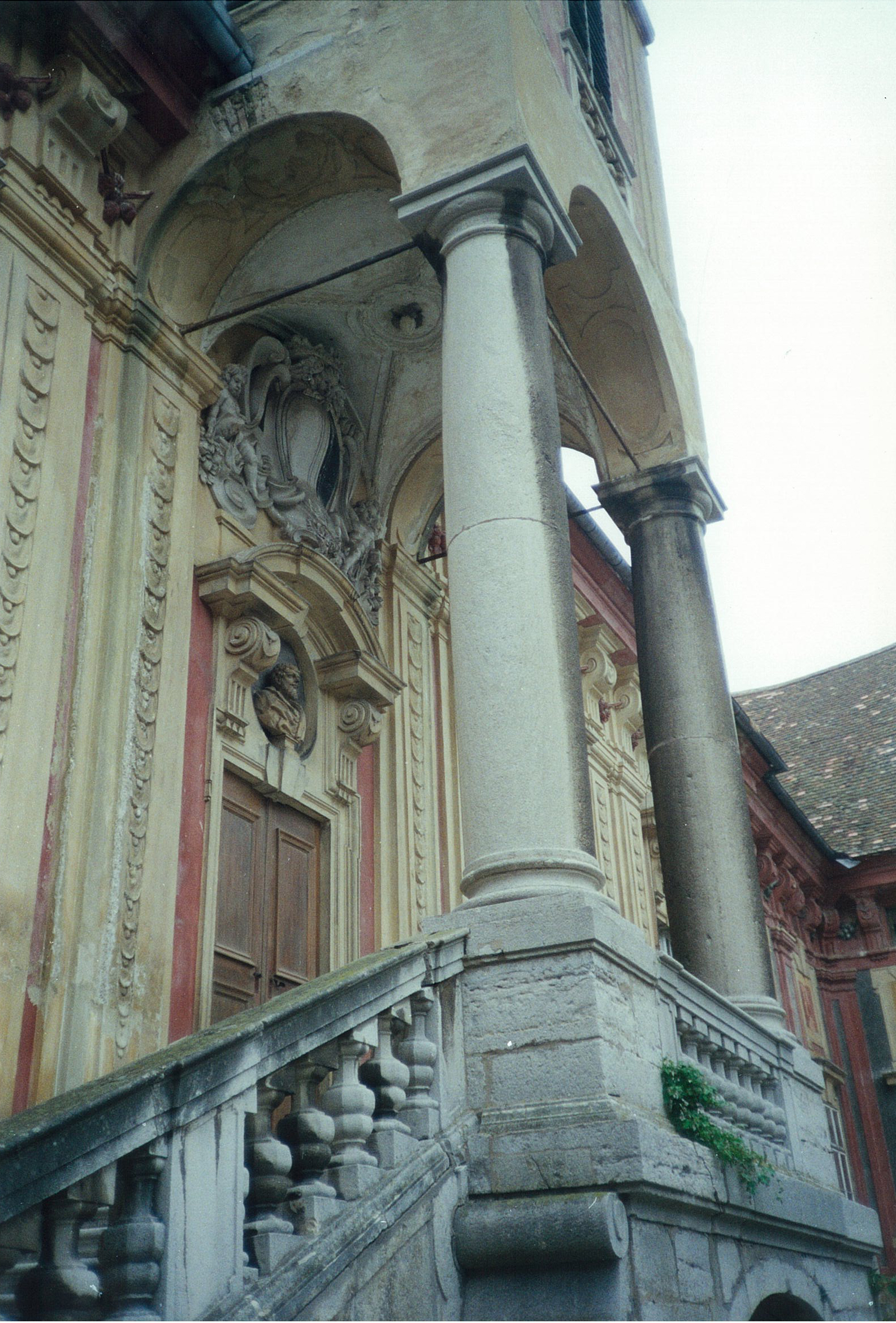
Säulen
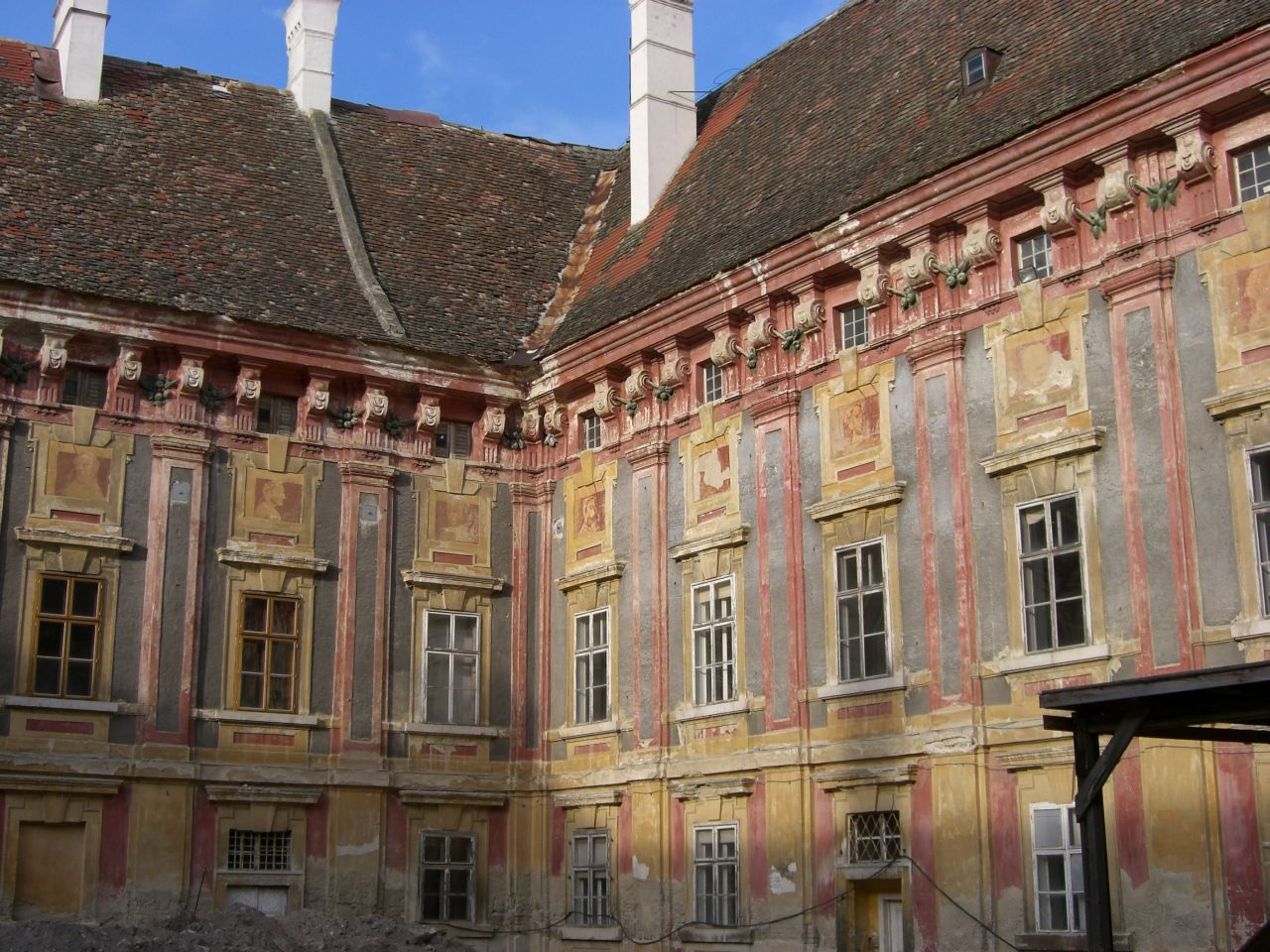
Innenhof

- 30. Jänner 1666: Kontraktschluss zwischen dem Grafen und Meister Ambrosio Regondi, wegen Steinlieferungen für den Westtrakt. Er soll die „zwo Seüllen welche den Turm tragen“ liefern, weiters fünf „Saal Fenster“, die „Pallustrata“ des Stiegenaufganges …
- 30. September 1669: Die „Pallustrada“ auf dem Dach beiderseits des Turms …
- 15. Mai 1676: Aufstellung über die von Ambrosio und Giorgio Regondi aus Kaisersteinbruch gelieferten Steinteile, Gesamtkosten 3.821 fl 36 Kr. Unterschrieben von Ambrosio Regondi, Carlo Canevale, Carpoforo Tencalla und dem Herrschaftspfleger.

## Kaiserstein für den Franzosen Franz Billiotte, Leibarzt von Kaiser Leopold I.
Um 1667 bis 1683 wurde ein bestehendes Gebäude in der Singerstraße von Architekt Giovanni Pietro Tencalla, der für die Familie Rottal tätig war (Zuschreibung), errichtet. Davon sind beide Portale und das Vestibül erhalten.

### Das Billiotte’sche Stiftungshaus
Franz Billiotte war gebürtiger Franzose und Leibarzt von Kaiser Leopold I. Er setzte sich für die Armen ein und stiftete das genannte Gebäude. In diesem Haus erhielten die Armen Wohnung und Verpflegung, außerdem hielt Billiotte darin auch unentgeltlich Ordination ab. Nach Billiottes Tod ging das Gebäude in eine Stiftung über, die das Fortbestehen des Gebäudes für die Armen garantieren sollte.
Um 1745 ging sowohl das Stiftungshaus wie auch das Palais Rottal in den Besitz der Wiener Stadtbank (Wiener Stadt-Banco) über. 1752 erfolgte ein großer Umbau des ursprünglichen Palais. Ausführender Architekt war Franz Anton Pilgram, ein Schüler von Johann Lucas von Hildebrandt. Ein Meisterstück der Wiener Barockbaukunst ist die Prunktreppe, die sehr langen Stiegenstaffel aus dem harten Kaiserstein (3,25 m) wurden von den Meistern Elias Hügel und Johann Baptist Regondi geliefert.

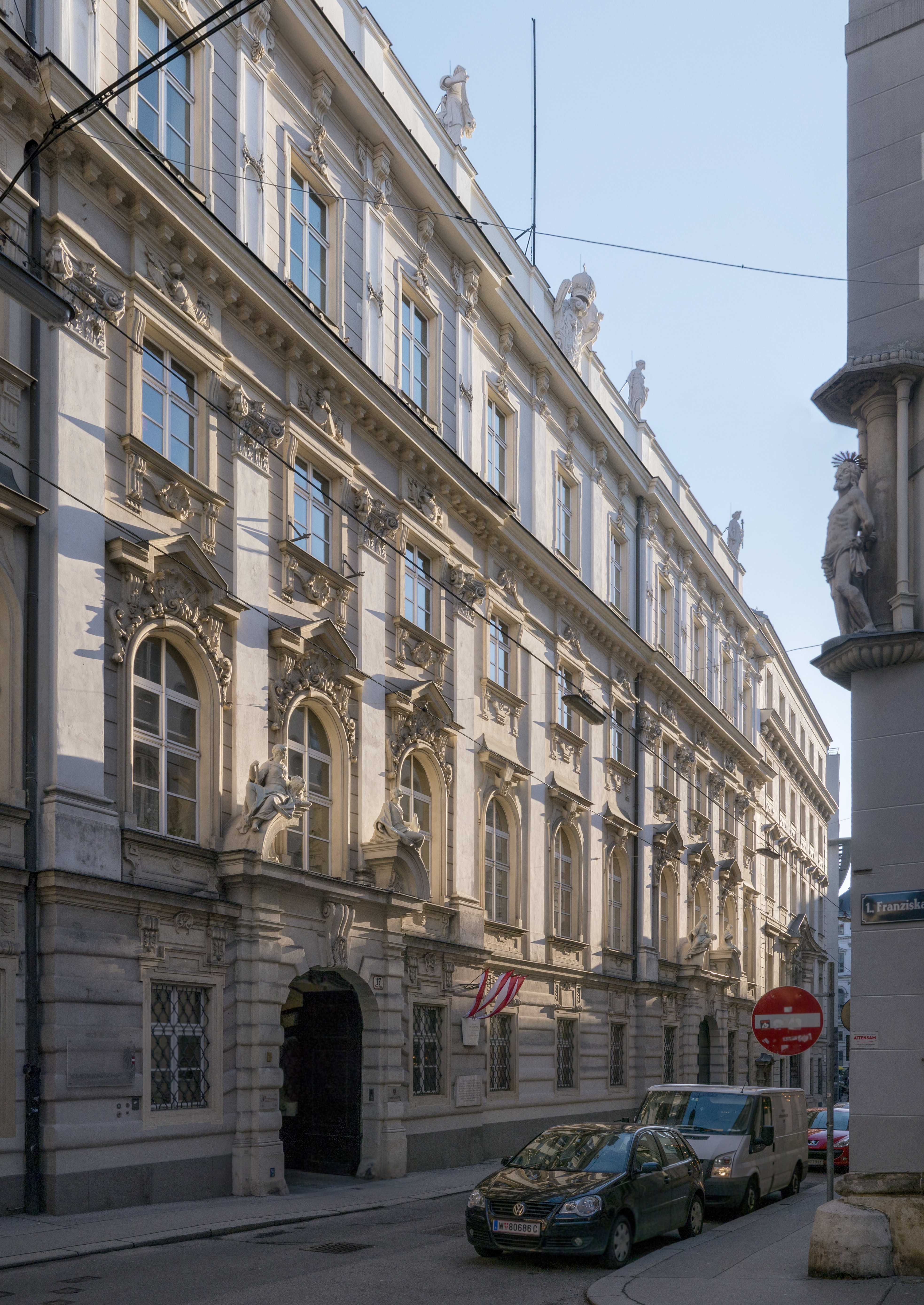
Palais Rottal Singerstraße
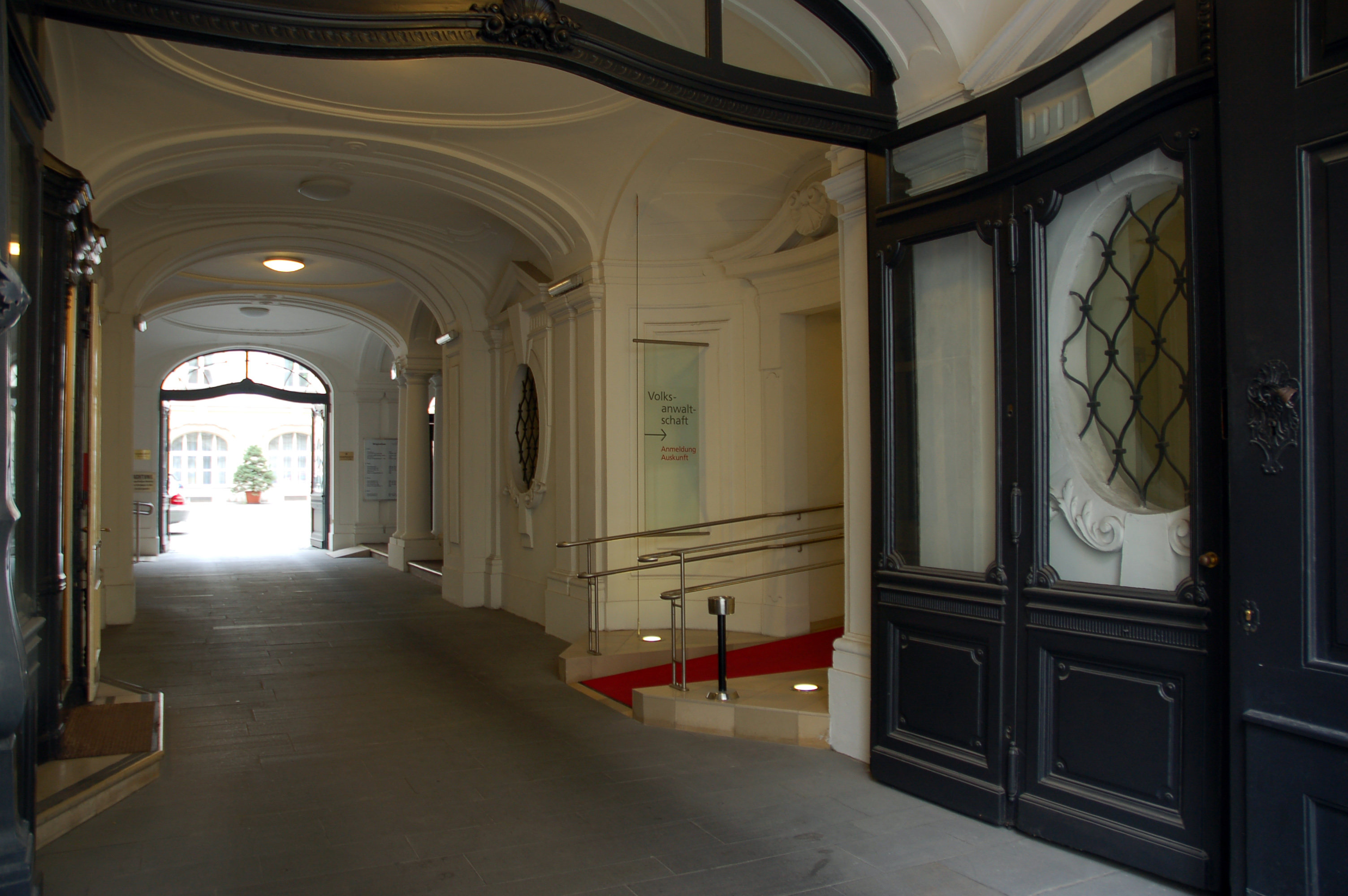
Eingangshalle
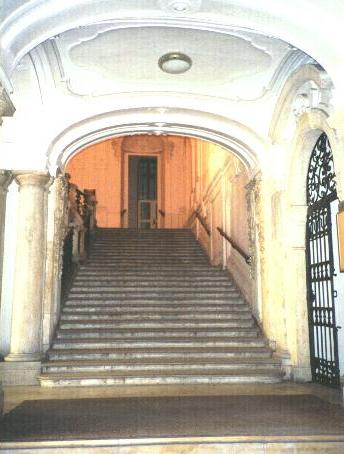
Foyer zum Treppenhaus
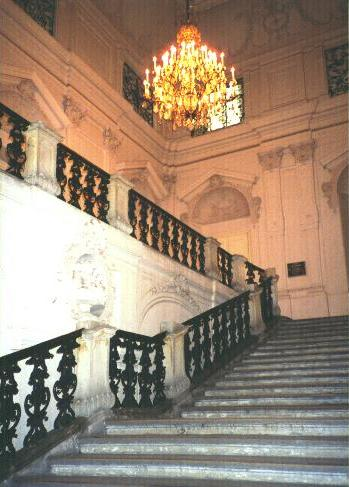
Treppe hinaufgehend
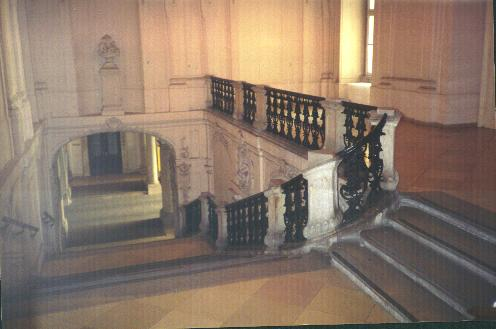
Treppe oben angelangt

## Kaiserstein für Deutschordenskirche und -haus, Stephansplatz 4, Singerstraße 7
Fast ist in Vergessenheit geraten, dass der Deutsche Orden, einst der mächtigste Ritterorden Mitteleuropas, seinen Sitz in Wien hat. Dabei ist die Bruderschaft gerade mit Österreich eng verbunden. Nur wenige wissen, dass hier, in einer Seitengasse unweit des Stephansdomes, der Hauptsitz einer 800 Jahre alten Bruderschaft liegt, deren Geschichte sich um die Kirche und den Papst ebenso wie um große Schlachten und um mächtige Könige dreht.

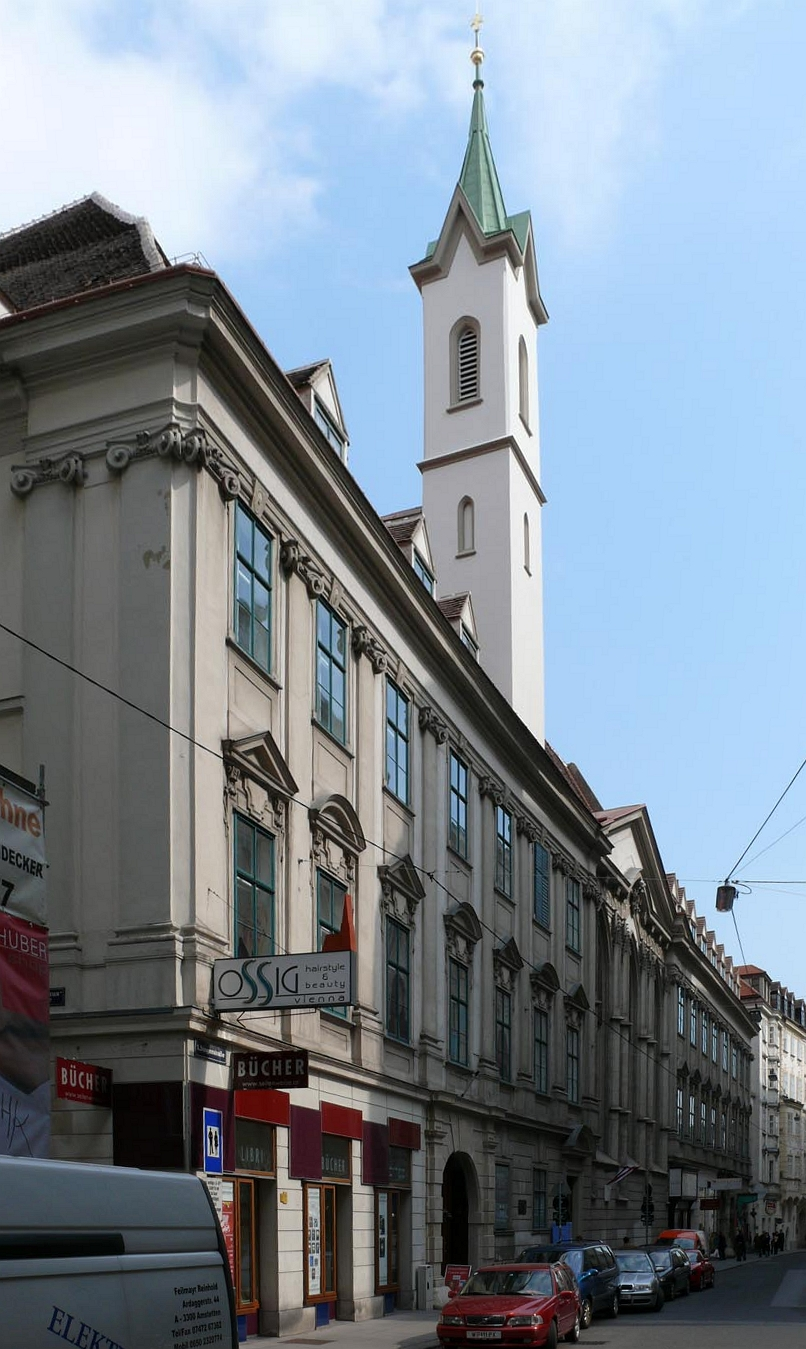
Deutscher Orden Singerstraße
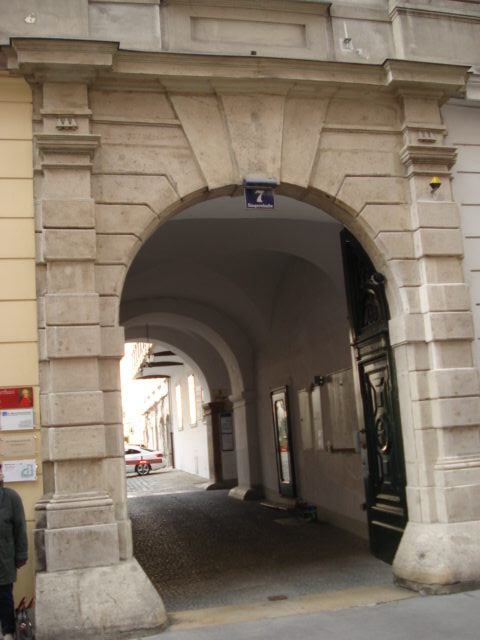
Portal Singerstraße 7
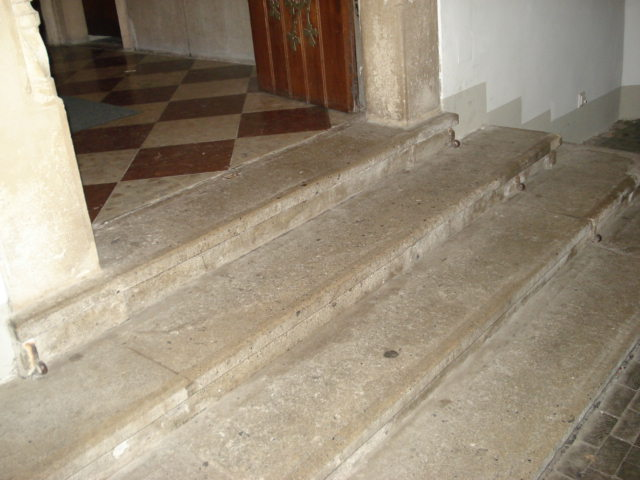
Halle rechts Eingangsstufen zur Deutschordenskirche
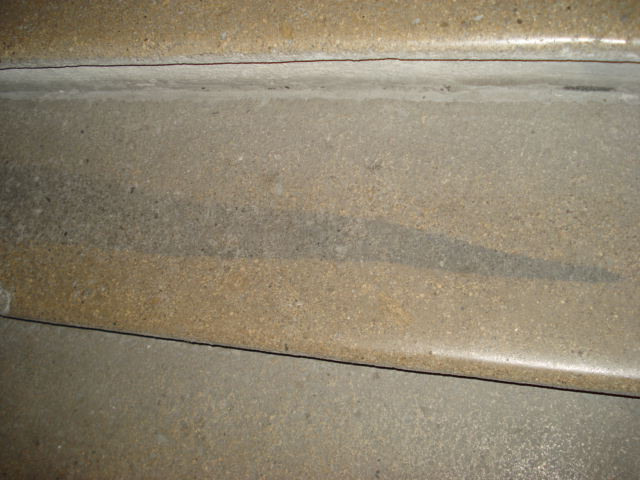
Kaisersteinstufe ebendort
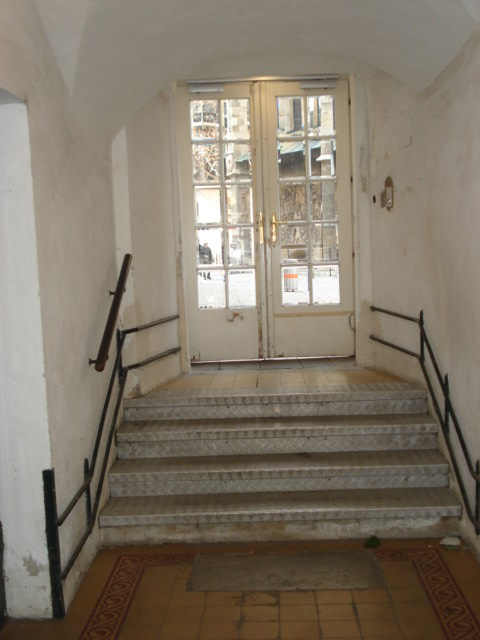
Deutschordenshaus Stephansplatz
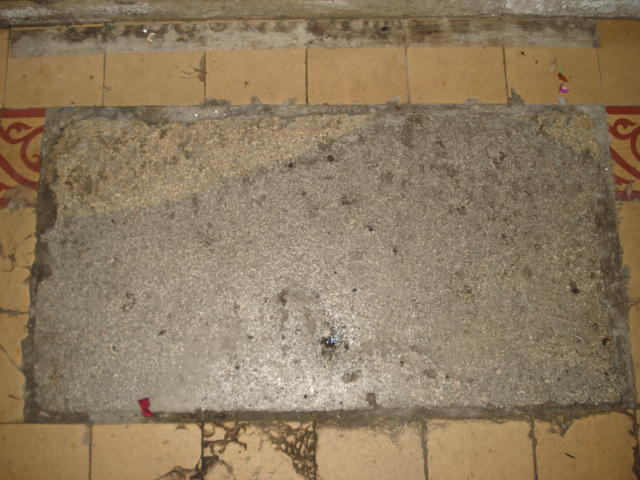
Sekundär verwendete barocke Gruftplatte, oder Zitat des alten Steinplattenbodens – Kaiserstein

Ab 1667 Neubau des Kommendehauses durch Architekt Carlo Canevale und den Steinmetzmeistern Matthias Knox und Urban Illmayr, 1720–1722 unter Landkomtur Guidobald Graf von Starhemberg barocke Umgestaltung durch Anton Erhard Martinelli, u. a. dem Hofsteinmetzmeister Matthias Winkler.

## Kaiserstein für den Altar des Bildhauers Antonius Pery in der Kaisersteinbrucher Kirche

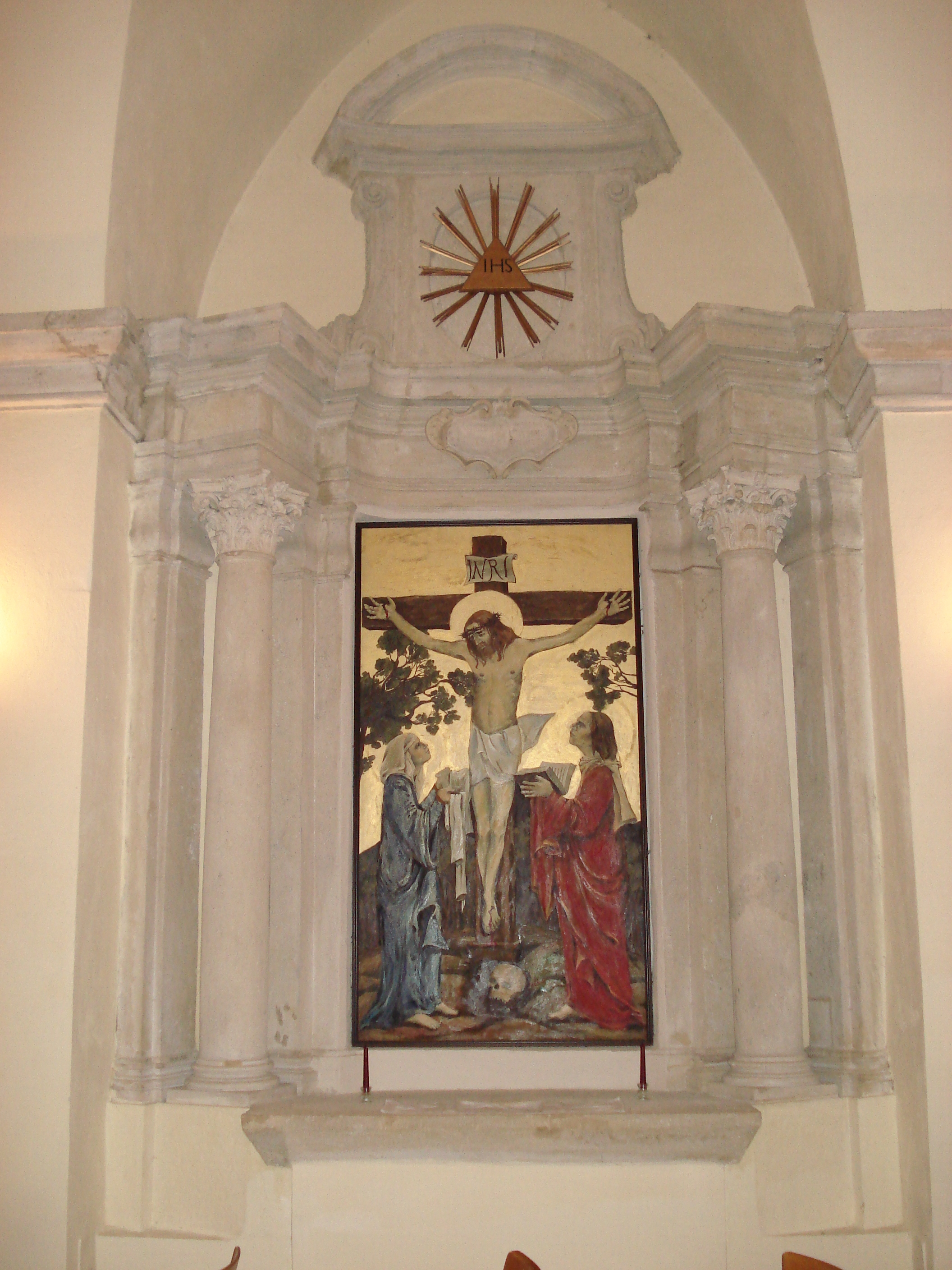
Pery-Altar

Der rechte Seitenaltar – ein Kreuzigungsaltar – ist ein Werk des Steinmetz-Bildhauers Antonius Pery, um 1670, anlässlich der Meisterwürde und der Heirat mit Catharina, Tochter des kaiserlichen Bau- und Maurermeisters Simon Retacco († 1645).
Nach kriegsbedingter, schwerer Beschädigung erfolgte 1717 eine Restaurierung durch den Schwiegersohn, den Steinmetzmeister und Richter Johann Paul Schilck.
Altmann: … Unter dem rechten Nischenbogen baute Pery seinen Altar in klassischen barocken Zügen. Der Altar passt sich in diese Nische wie die Perle in der Muschel und zieht sich in die Höhe, ohne die Spitzen des Nischenbogens zu stören.

## Kaiserstein für Kaiser Leopold I., die anstelle einer Synagoge erbaute Leopoldskirche
Nach Vertreibung der Juden und Auflösung des Ghettos 1670, die Ursache könnte der Brand und die Zerstörung des eben fertiggestellten Leopoldinischen Traktes der Hofburg gewesen sein, wurde 1670/71 anstelle der Synagoge eine Römisch-katholische Kirche, die Leopoldskirche errichtet; dann 1683 beschädigt und wiederhergestellt. Ein Neubau erfolgte 1722–1724 nach Entwurf von Anton Ospel, der quadratische Grundriss stammt noch von der Synagoge. Die Schneckenstiege aus Kaiserstein, ebenso die Stufen im Stiegenhaus des Pfarrhofes.

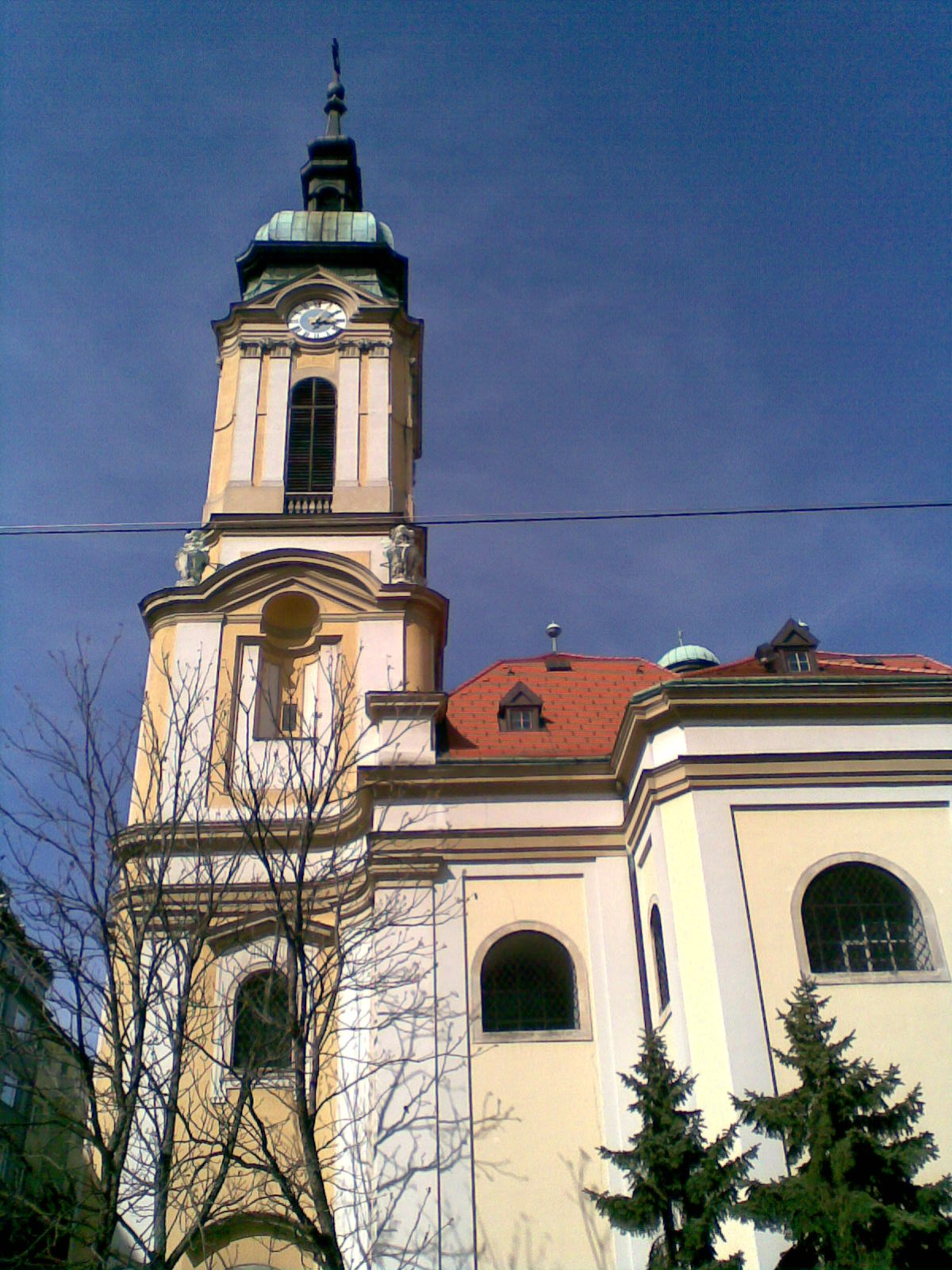
St. Leopold
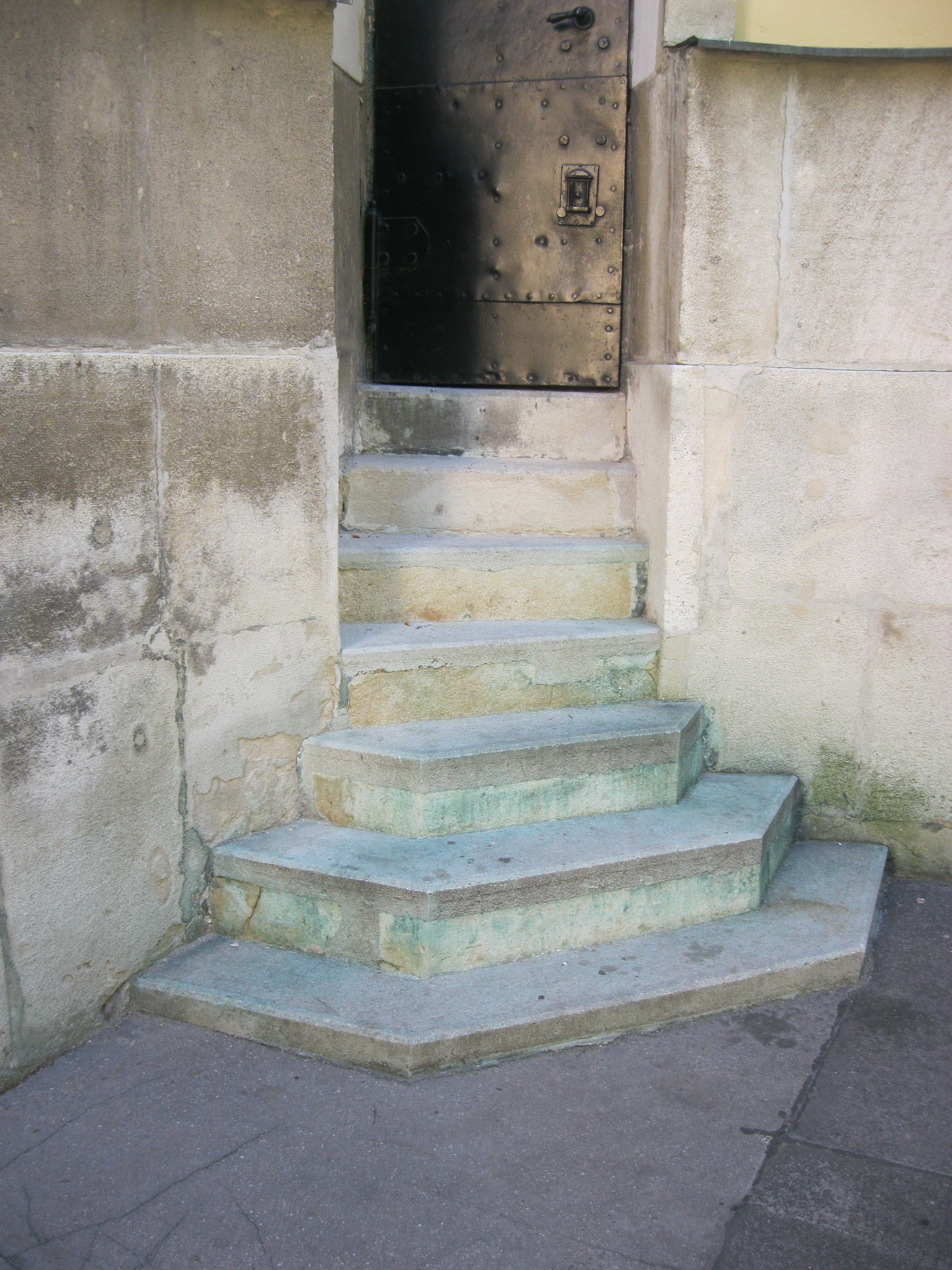
Stufen zum Turm

Steinmetzmeister Georg Andreas Högl, Neffe des Kaisersteinbrucher Hofsteinmetzmeisters Elias Hügel, ist 1743 mit Reparaturarbeiten dokumentiert. Bericht auszugsweise: … den 8-ten May finge um halber 2 Uhr ein grausames Donnerwetter an, … in den äußeren Freüdhof, die in der Mitte desselben stehende Creuz Säullen zerschmetterte … dem Steinmetz Meister in der Rossau Herrn Andre Högl … 67 fl, für den Bildhauer von der Landstraße … 10 fl.

## Kaiserstein für Graf Franz Anton Collalto (1630–1696) in seinem Palais
Das Collaltopalais, Am Hof 13, wurde um 1671 im Stil des Barock umgebaut, die venezianische Patrizierfamilie Collalto erwarb das Anwesen, Graf Franz Anton Collalto begann umfangreiche Umbauten durchführen zu lassen. Im langen einschiffigen Durchgang öffnet sich links der Eingang zur Treppe. Diese wird über drei Stockwerke geführt und hat Stufen aus Kaiserstein mit blauen Einschlüssen.

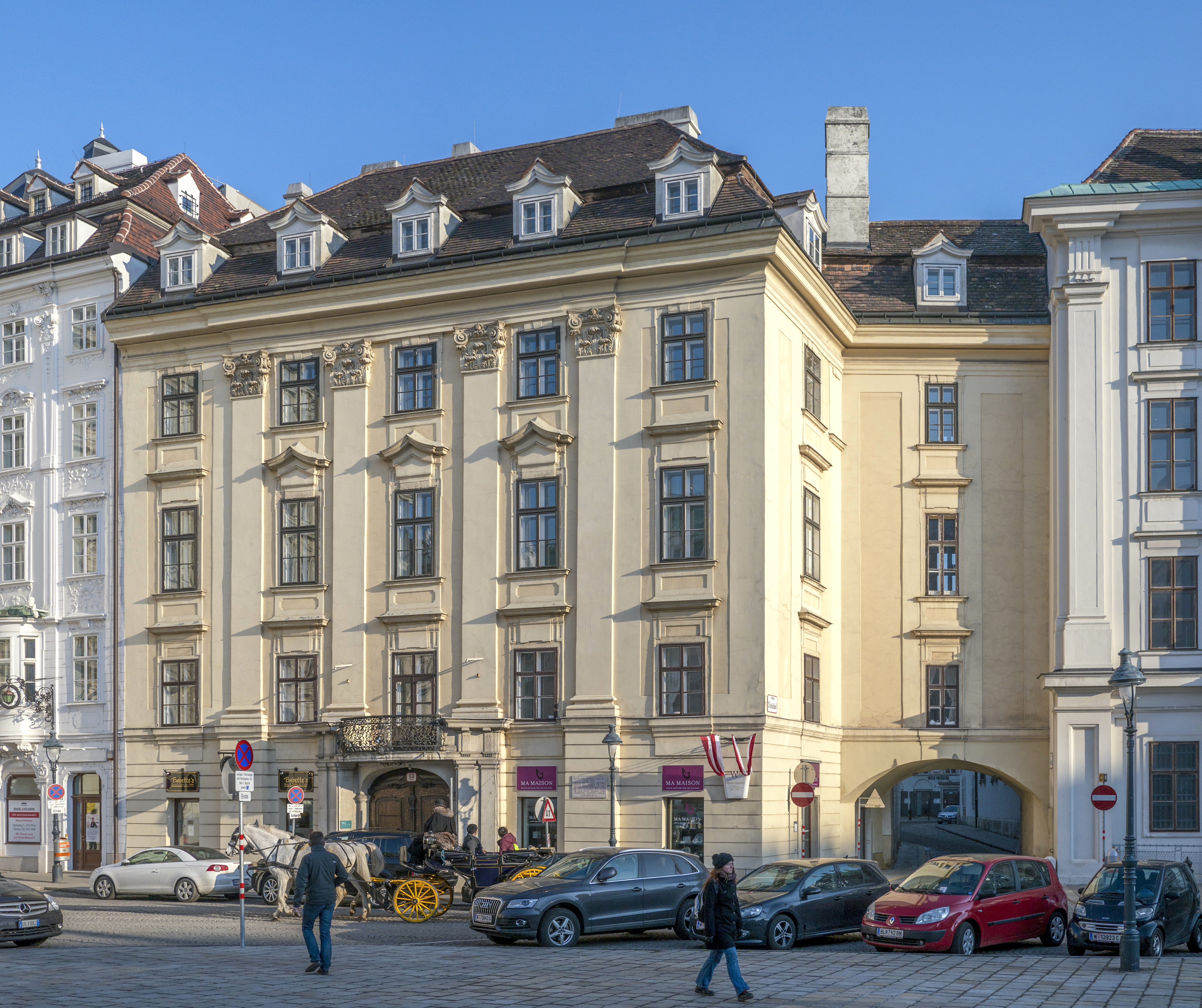
Palais Collalto, rechts die Kirche
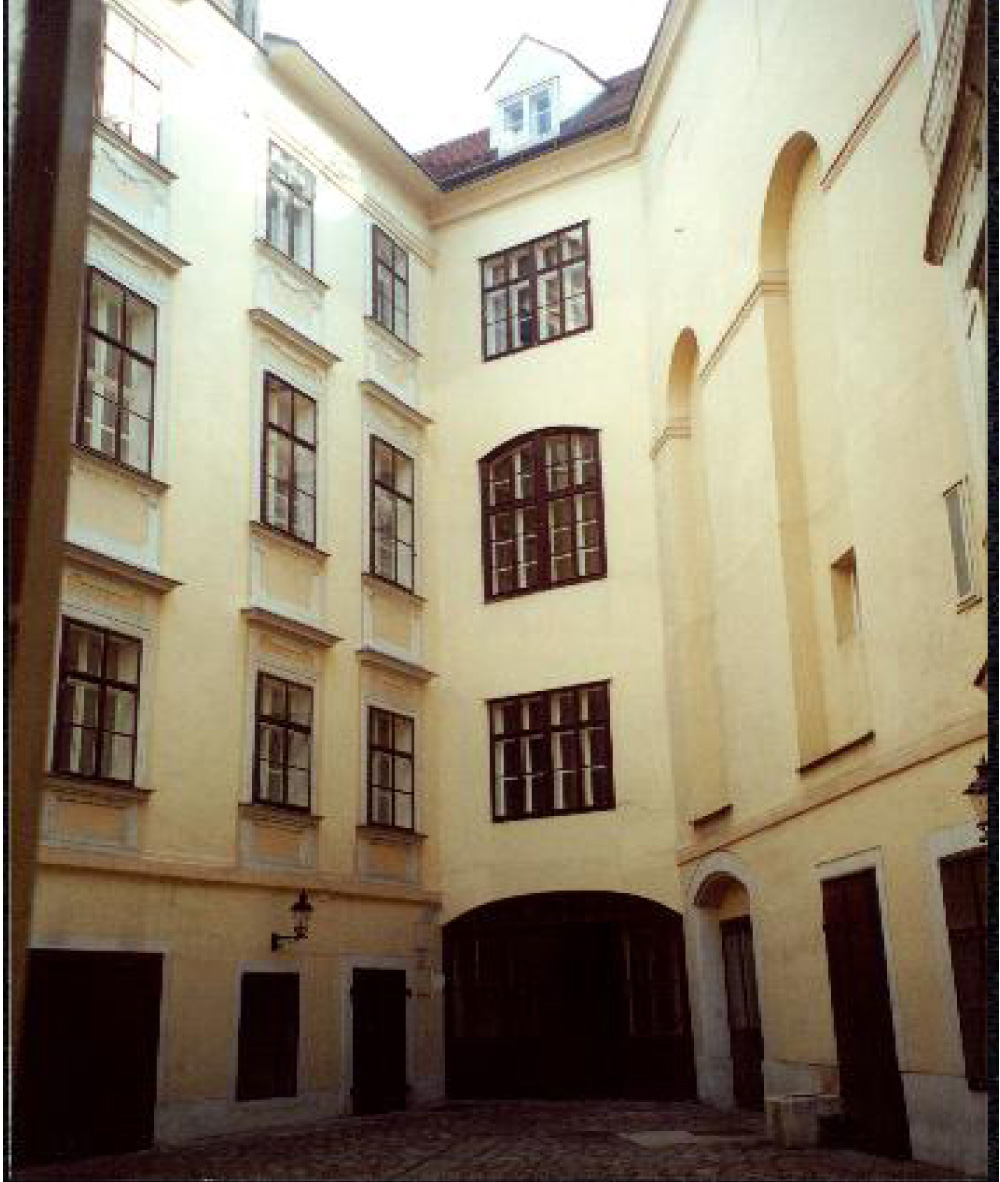
Innenhof
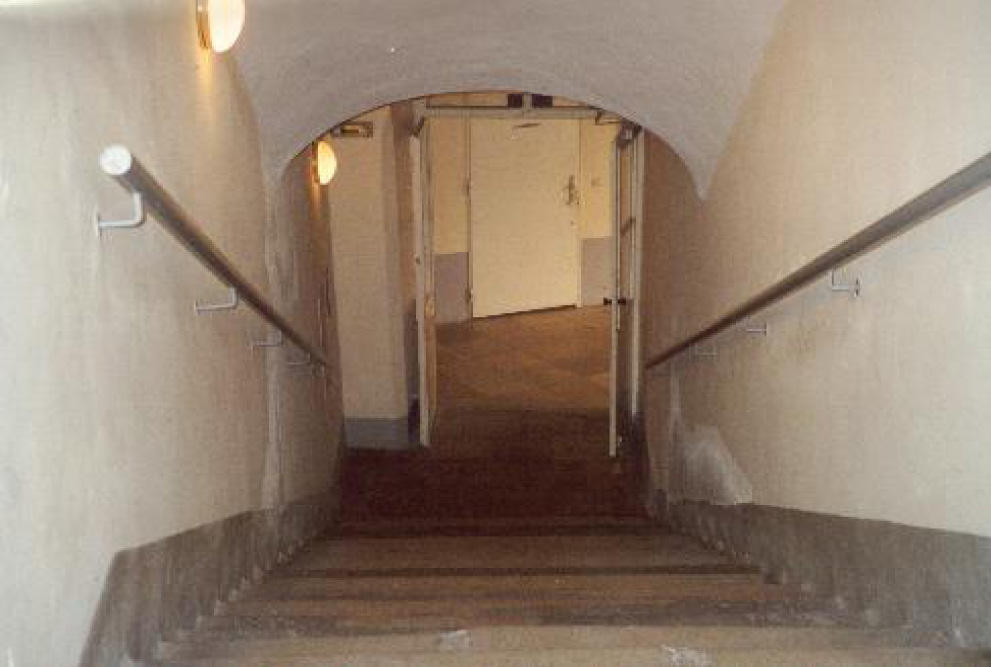
Stiege

- Das Palais entstand aus mehreren kleinen Häusern und wurde mit dem Altane der daneben befindlichen Kirche am Hof „Zu den Neun Chören der Engel“ verbunden, wodurch hier ein Durchgang vom Platz Am Hof zum Schulhof entstand.

Die Hauptfassade wurde zwischen 1715 und 1725 erneuert.

## Kaiserstein für die Bäckerei der Familie Pabst, das Pabsthaus in der Haidgasse
Dieses Haus wurde im 17. Jahrhundert, wahrscheinlich an Stelle einer Synagoge erbaut. 1803 wurde es adaptiert. Es hat ein Pultdach mit Dachhäuschen sowie Doppelfenster im Obergeschoß. Im Inneren des Erdgeschoßes befindet sich ein Kreuzgratgewölbe. Zwei kleine Stiegen mit Kaisersteinstufen.

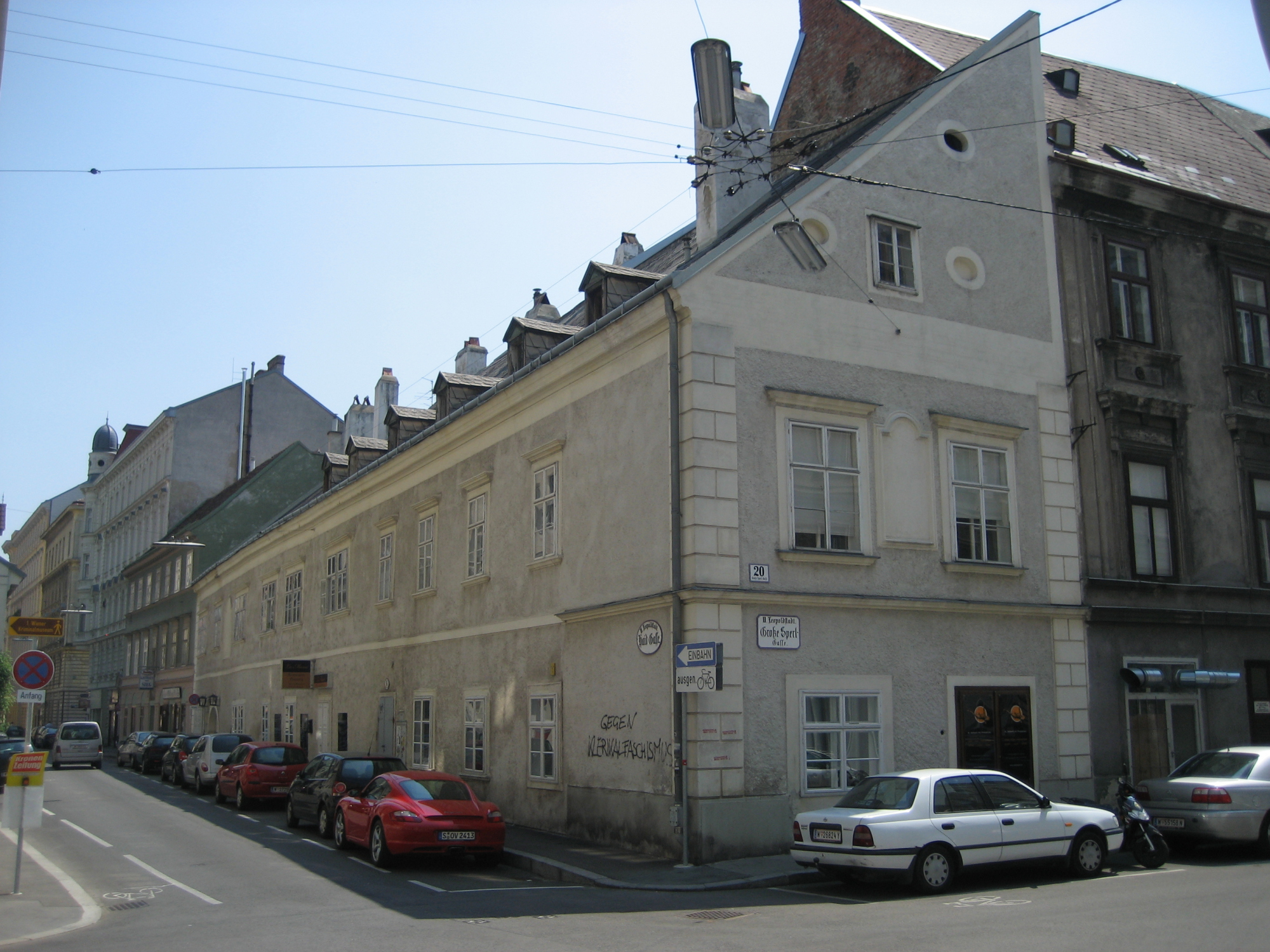
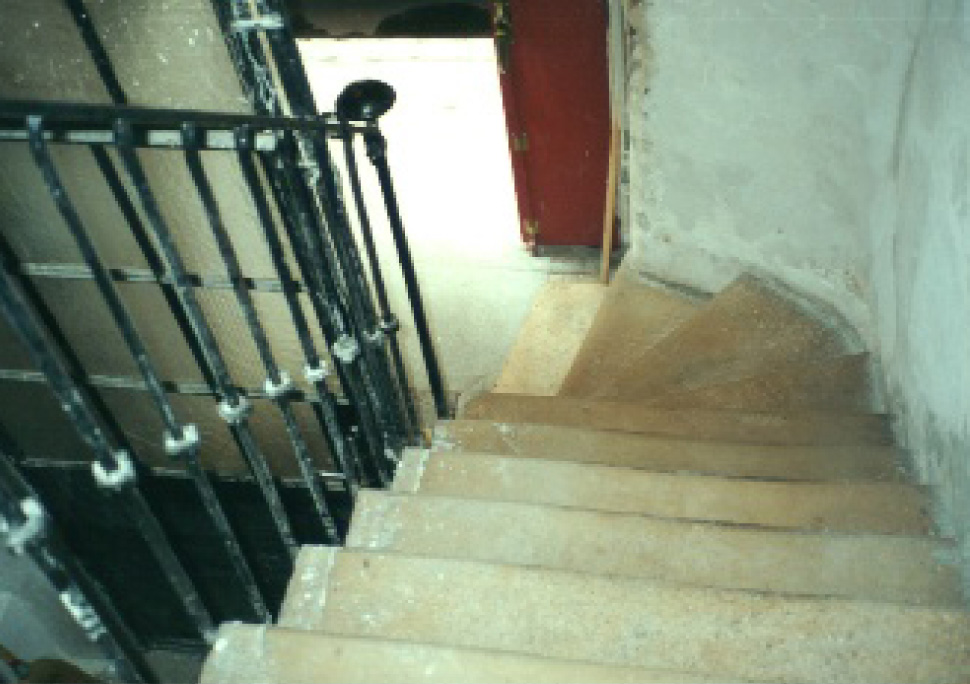

## Kaiserstein für Grenzsteine
Zwei Beispiele zeigen Grenzsteine von 1674 mit der Schwurhand der Zisterzienser gegenüber Breitenbrunn am Neusiedler See.

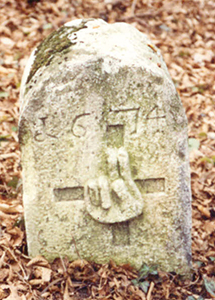
Kaisersteinbruch – Breitenbrunn
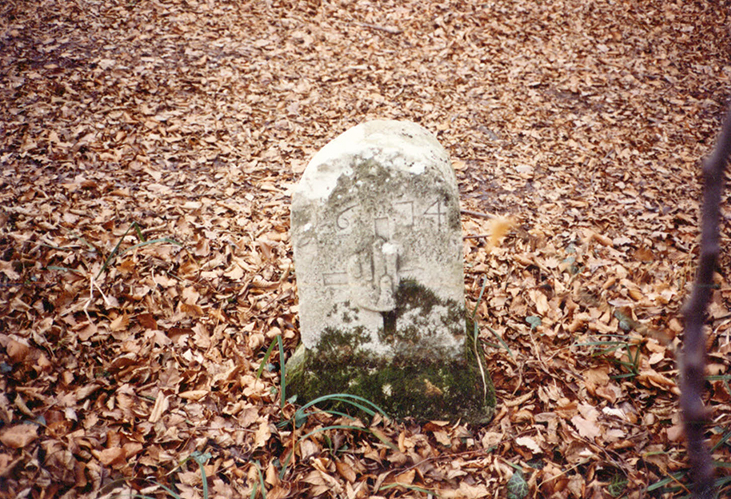

## Kaiserstein für Graf Sigmund Dietrichstein in seinem Palais in der Dorotheergasse

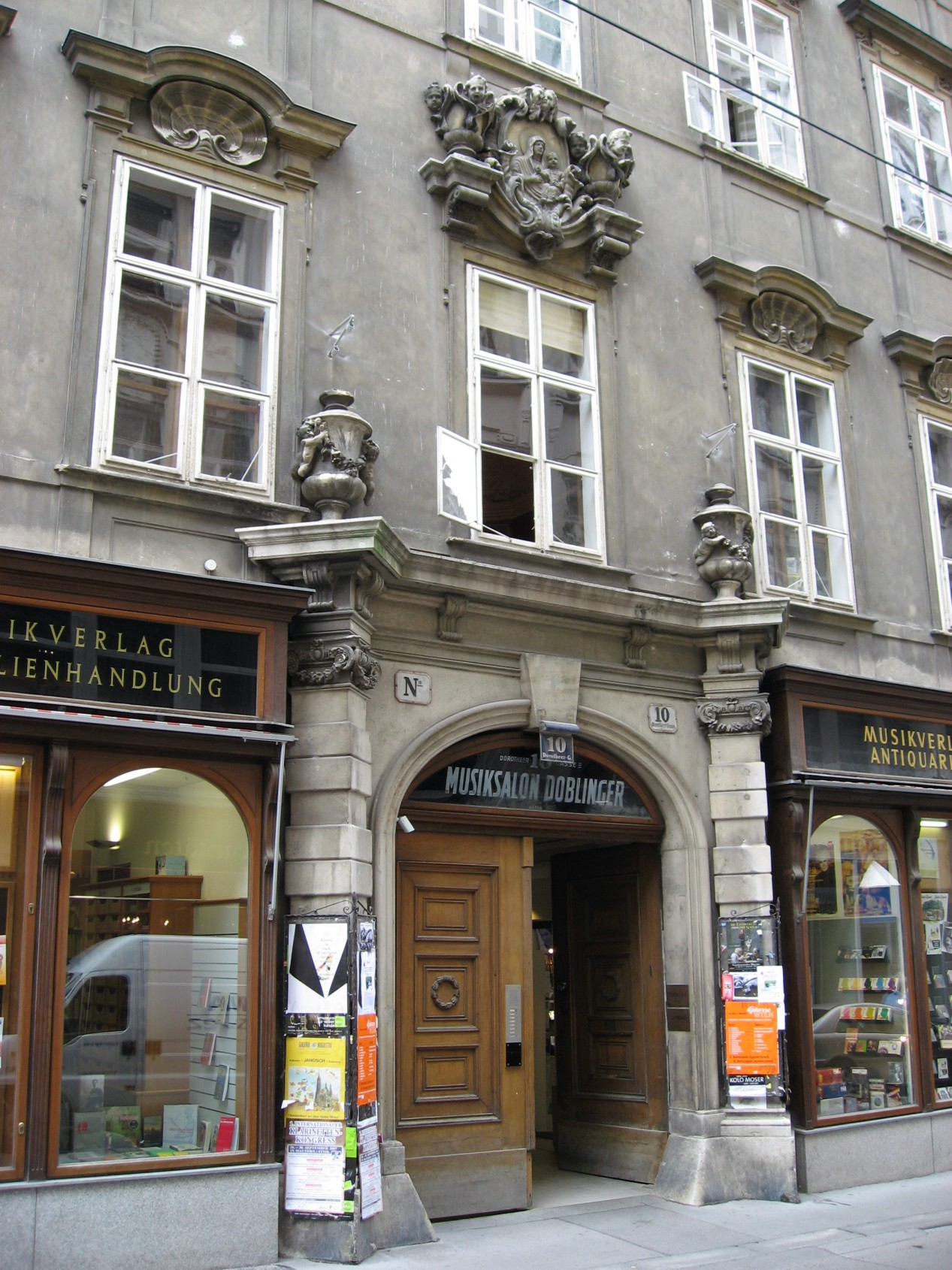
Portal Palais Dietrichstein Dorotheergasse

Das Palais Dietrichstein an der Dorotheergasse, im Stil des Barock errichtet. Nur ein Teil der ursprünglichen Größe ist erhalten geblieben. Das Gebäude wurde in der zweiten Hälfte des 17. Jahrhunderts unter Sigmund Graf Dietrichstein errichtet. Im Jahre 1688 kam es in den Besitz von Hartmann Fürst Liechtenstein und nach dessen Tod in den Besitz seiner Witwe Antonia. Im 19. Jahrhundert wurde das Palais Dietrichstein vom Hofzuckerbäcker August Dehne erworben. Seit dem Jahre 1873 befinden sich an dieser Adresse der Musikalienverlag und das Musikhaus Doblinger, in dessen Besitz sich das Haus mittlerweile befindet.
Die Treppe des Stiegenhauses erstreckt sich über vier Stockwerke und ein Dachmezzanin und verfügt über kein Dekor oder architektonische Gliederungselemente. Die Stufen sind aus hartem Kaiserstein gefertigt und weisen die dafür typischen blauen Einsprengungen auf.

## Kaiserstein für den mächtigen Torturm im Stift Heiligenkreuz, der in den inneren Klosterhof führt

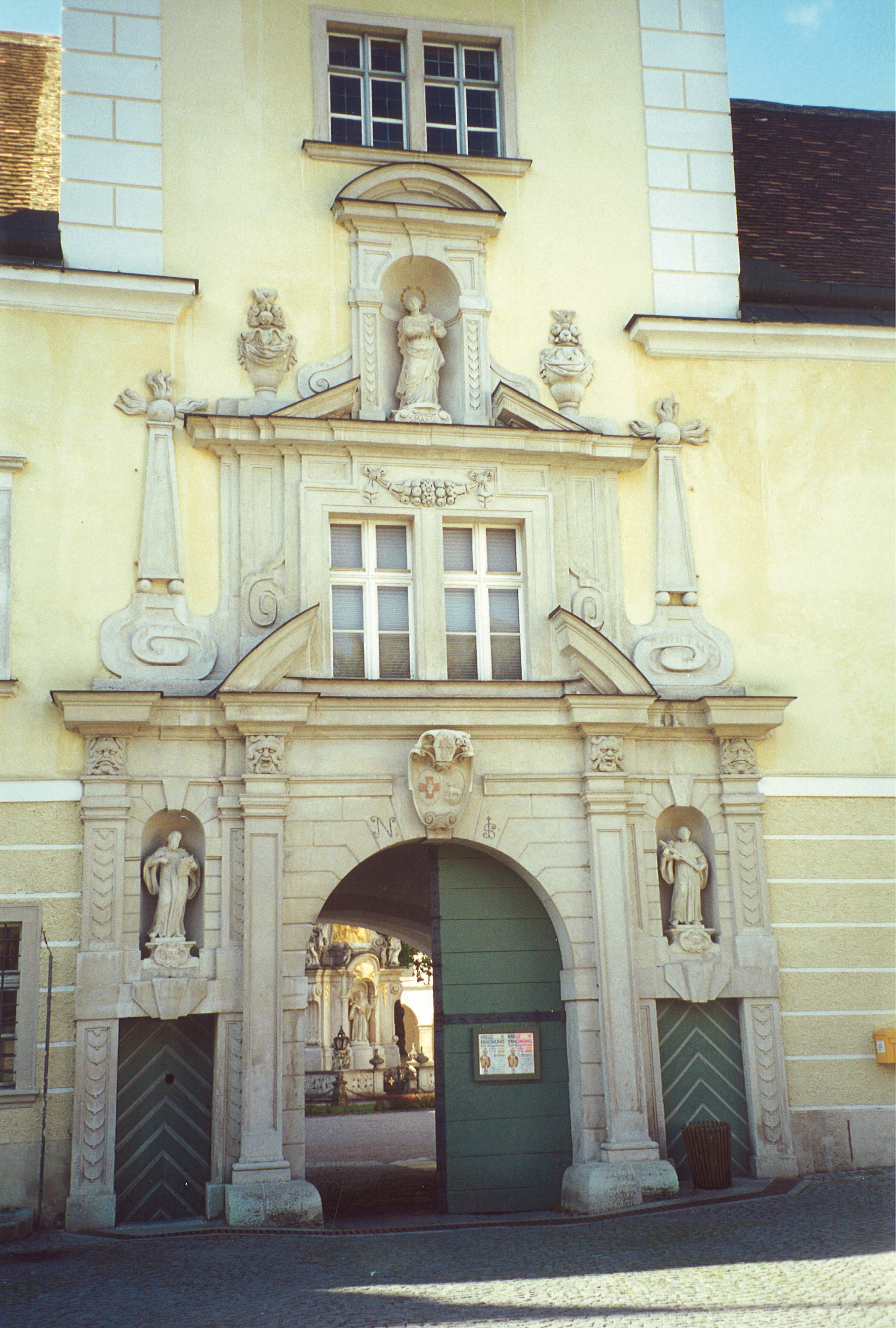
Torturm

Durch das Wiener Tor von 1747 gelangt man in den äußeren Klosterbezirk, vorbei am Brunnen von 1584, zum Hauptportal des Stiftes Heiligenkreuz, der in den inneren Klosterhof führt. Ein mächtiger Torturm, vor 1678 erbaut, überragt den baumbestandenen Hof, sein Erdgeschoß nimmt ein reich gegliedertes, von zwei Nischenfiguren flankiertes Portal ein, während ein darüber eingebautes Hornwerk durch einen Orgelprospekt angedeutet wird.
- Der harte Stein aus dem „Heiligenkreuzer Steinbruch“ oder „Kaisersteinbruch“ bestimmte das Wiener Tor, den Brunnen, den Torturm. Die seitlichen Bodenplatten im Durchgang ebenso, wie den großen Sockel der durch das Tor sichtbaren Dreifaltigkeitssäule. Figurenstein wurde aus Eggenburg geliefert.

## Kaiserstein für das barocke Friedhofsportal zu Kaisersteinbruch

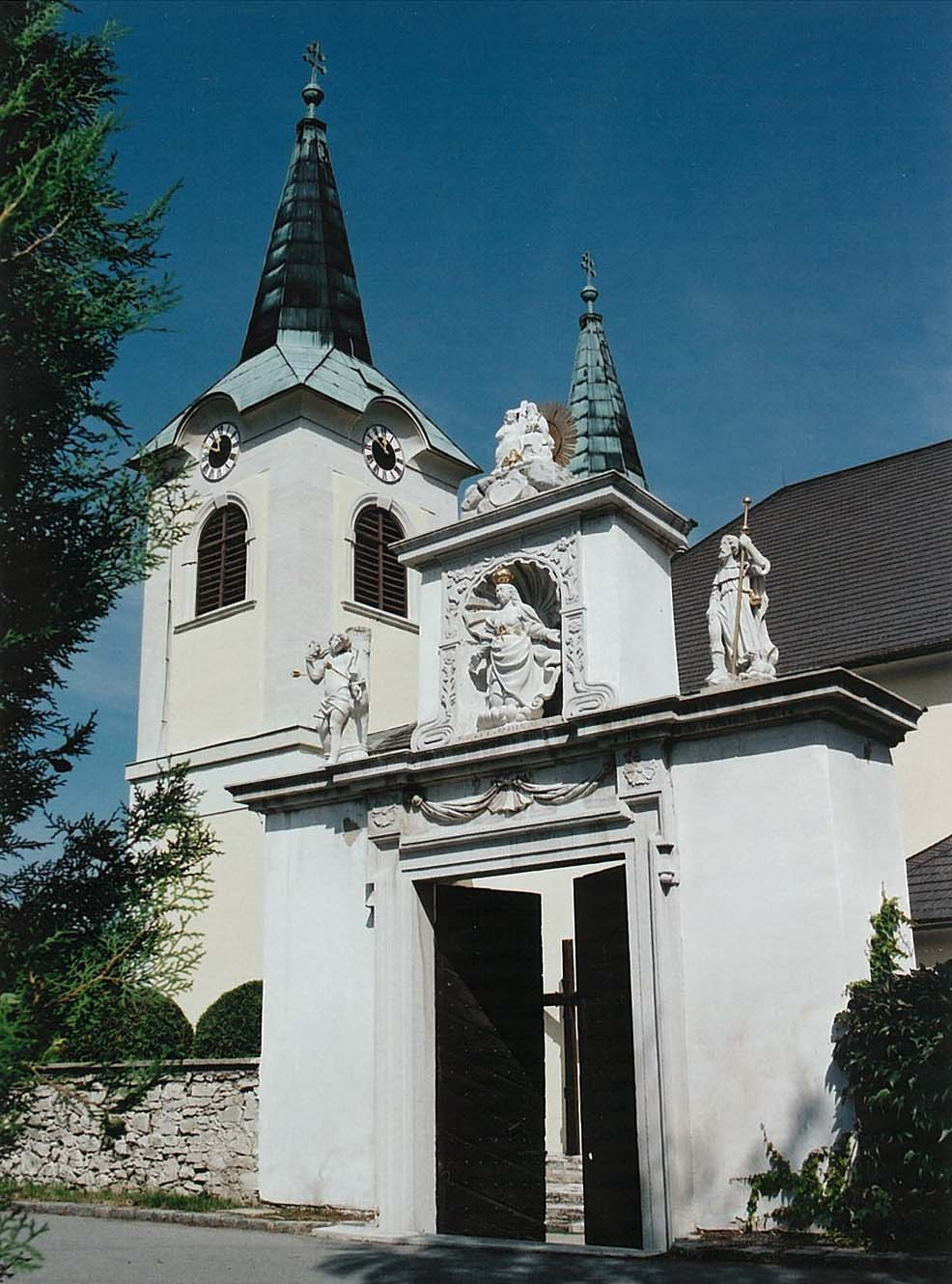
Friedhofsportal zu Kaisersteinbruch

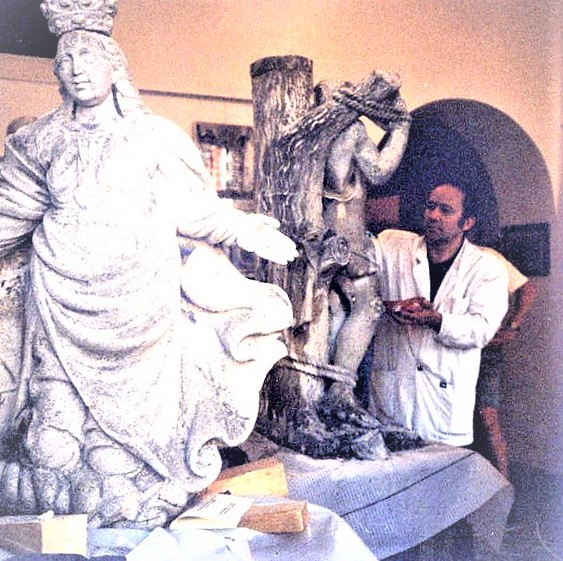
Restaurierung 1994 Ferenc Gyurcsek

Über dieses Kunstwerk gab es keine schriftlichen Unterlagen. 1994, als der MuKV Kaisersteinbruch den Plan fasste, eine fachmännische Gesamtrestaurierung durchführen zu lassen, waren vor allem die Steinfiguren in einem sehr schlechten Zustand. Am 14. Mai 1994 besuchte Herr Landeshauptmann Karl Stix das Steinmetzmuseum, sah, dass rasch gehandelt werden musste, und genehmigte den noch fehlenden Restbetrag der „gewaltigen“ Gesamtfinanzierung. Im Rahmen des Margaretha-Ruffinin-Symposiums führte der ungarische Bildhauer und Restaurator Ferenc Gyurcsek in Absprache mit dem Bundesdenkmalamt des Burgenlandes die Arbeiten durch.
Einige Daten zu den Steinfiguren: Frau Dr. Sàrolta Schredl vom Bundesdenkmalamt, wie auch der Künstler, sind der Ansicht, dass die drei Statuen
erstens – von verschiedenen Bildhauern,
zweitens – aus jeweils anderen Steinarten gehauen wurden und
drittens – auch unterschiedlichen Zeiten zugeordnet werden können. Ferenc, der sich mit den Figuren lange Zeit auseinandersetzte, ordnet den „Hl. Sebastian“ einer italienischen, den „Hl. Rochus“ einer deutschen Hand zu. Beide sind aus weichem Sandstein (Windener Sandstein, Breitenbrunner Kalksandstein), der Sockel des Hl. Rochus ist mit der Jahreszahl 1680 bezeichnet. Vergleiche mit der Hl. Katharina und Hl. Barbara des Hochaltares, früher am Pery/Schilck-Altar, weisen auf den Schweizer Bildhauer Antonius Pery.
Die kniende Madonna in der Mitte des Portales besteht aus hartem Kalkstein, aus den eigenen Steinbrüchen. Sie wird weit älter geschätzt (1580/90) und stammt von einem Steinmetz-Bildhauer aus der Anfangszeit des Kaiserlichen Steinbruchs. Mit hoher Wahrscheinlichkeit war das Alexius Payos. Ein liebenswürdiges Detail: Die Madonna hat recht große Hände, das sind „Steinmetz-Hände“, Ferenc kommentierte: Mit diesen großen Händen konnte sie gut Watschen austeilen …
Die Steinmetzarbeiten, wie Verlängern des reichprofilierten Gesimse, Festigen der Sockel usw. allesamt schönster Kaiserstein führte die Firma Opferkuh aus.
Frau Schredl vom Denkmalamt deutete als sehr wahrscheinlich an, dass diese Figuren Bestandteile einer ehemaligen Dreifaltigkeitssäule sein könnten, zumal die Möglichkeit besteht, dass neben den beiden Heiligen auf dem Friedhofstor noch zwei weitere Statuen standen.
Auftraggeber des Portales war der ab 1680 neue Herr Richter und Kaiserlicher Hofsteinmetzmeister Ambrosius Ferrethi.

## Kaiserstein für den Neuburger Hof in der Grünangergasse 1
Das monumentale barocke an drei Seiten frei stehende Miethaus mit mittelalterlichem Kern, es war seit 1331 Besitz des Zisterzienserstiftes Neuberg an der Mürz in der Steiermark, wurde 1684 durch Christian Alexander Oedtl umgestaltet.

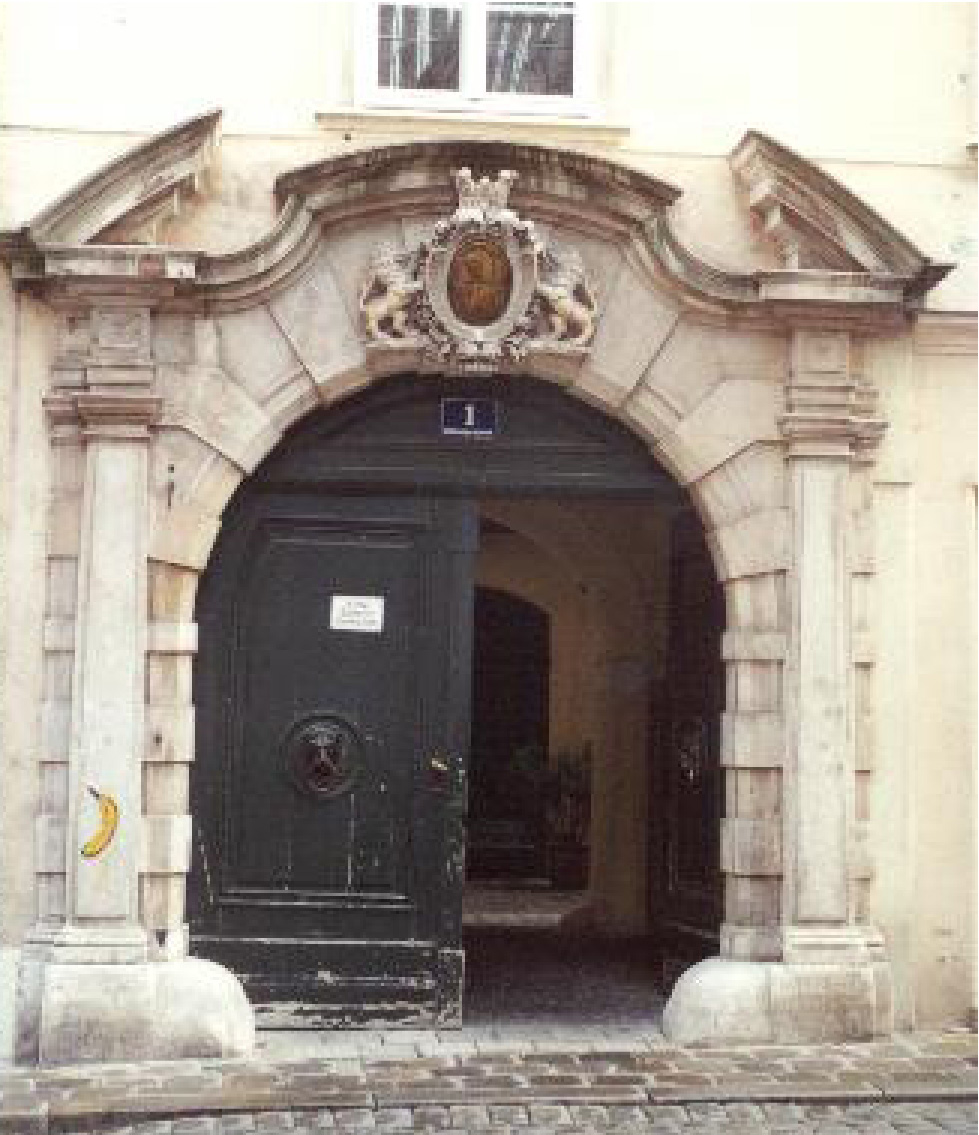
Rundbogenportal
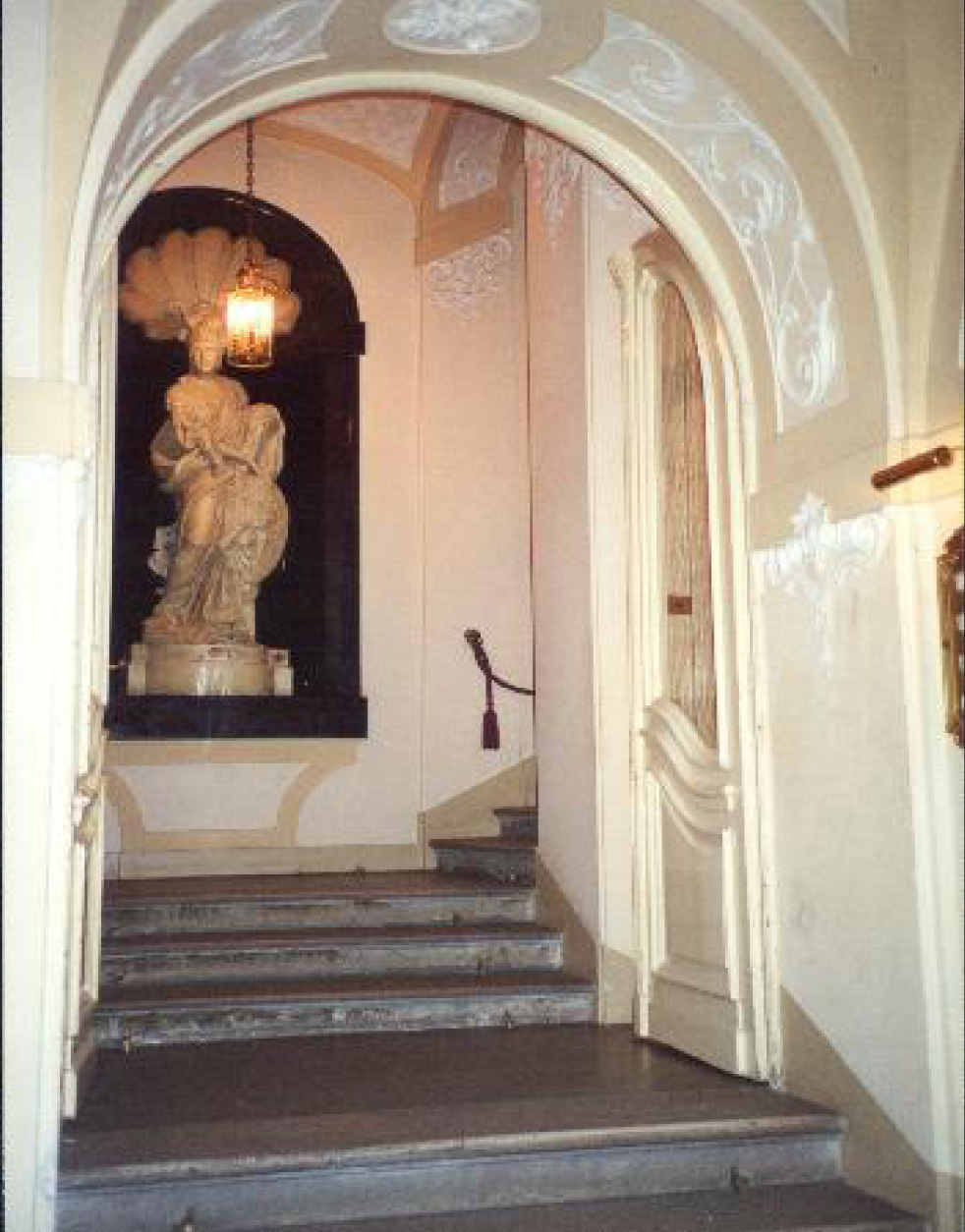
Hauptstiege
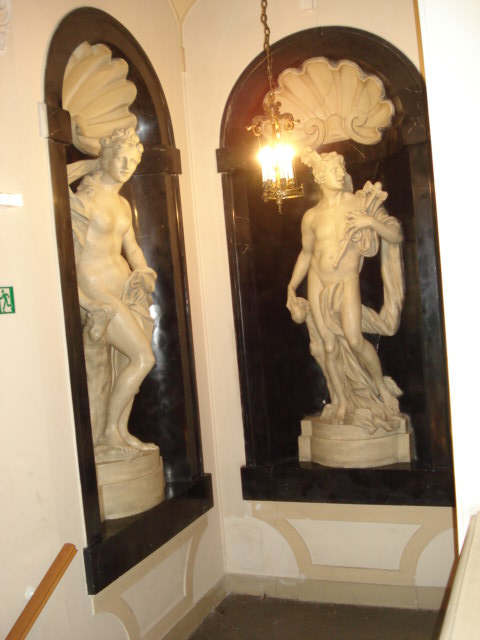
Skulpturen im Stiegenhaus
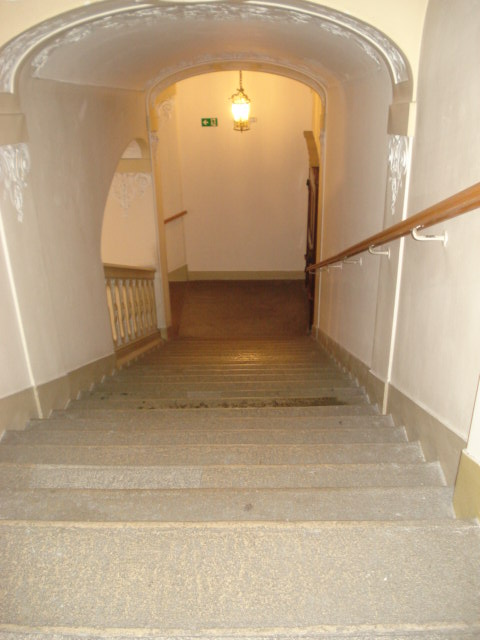
Kaisersteinstufen

Damals entstand auch das barocke Rundbogenportal mit seitlichen Pilastern und geschwungener Sprenggiebelverdachung sowie einer klassizistischen Wappenkartusche mit einem vergoldeten Metallschild. Weitere Umbauten erfolgten 1796 durch Ernest Koch und 1846–1848 durch Ignaz Lössl. Die schlichte Fassade ist durch Ortsteine und Putzbänder gegliedert, die Fenster sind additiv gereiht. Hauptstiege und Wendeltreppe mit Kaisersteinstufen.

## Kaiserstein für Graf Philipp Sigismund von Dietrichstein, später Palais Lobkowitz
Das Palais wurde 1685–1687 errichtet und zählt damit zu den ältesten Palastbauten Wiens. Der kaiserliche Oberststallmeister Philipp Sigmund Graf von Dietrichstein beauftragte Architekt Giovanni Pietro Tencala. Tencala sorgte für den qualitätsvollsten, härtesten Stein für das Stiegenhaus: Stein aus Kaisersteinbruch für die Stufen der Hauptstiege, ebenso für das Hauptportal.

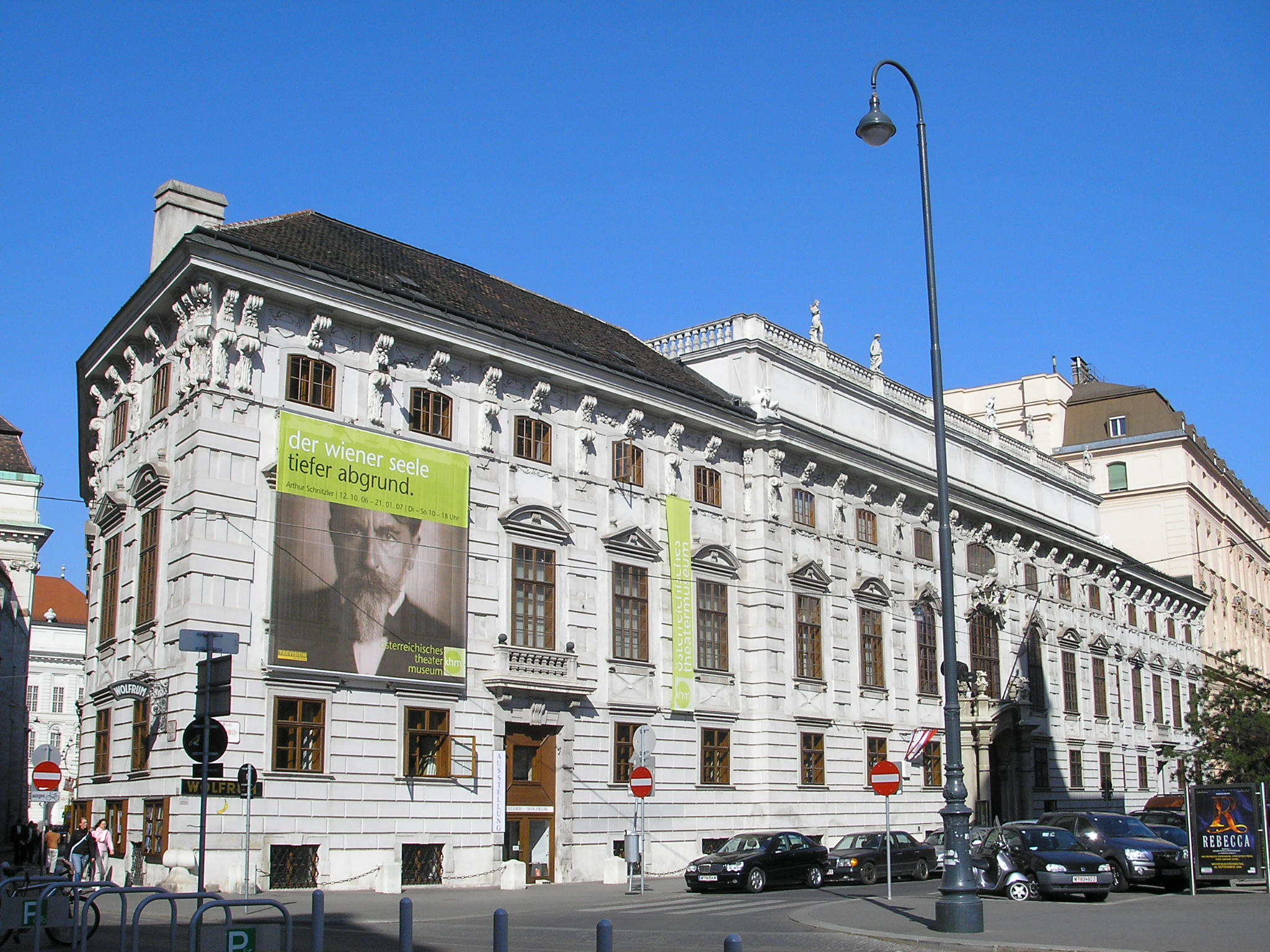
Palais Lobkowitz
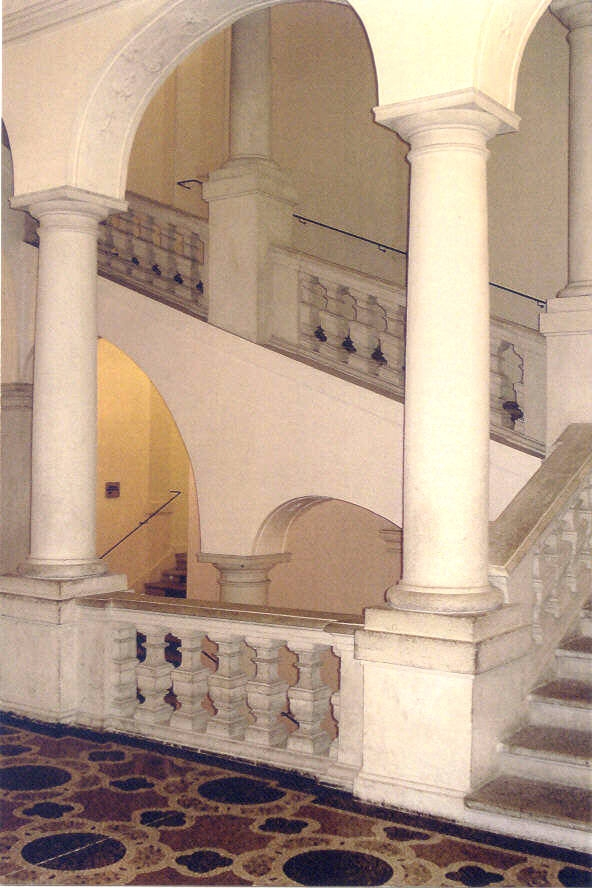
Stiegenhaus
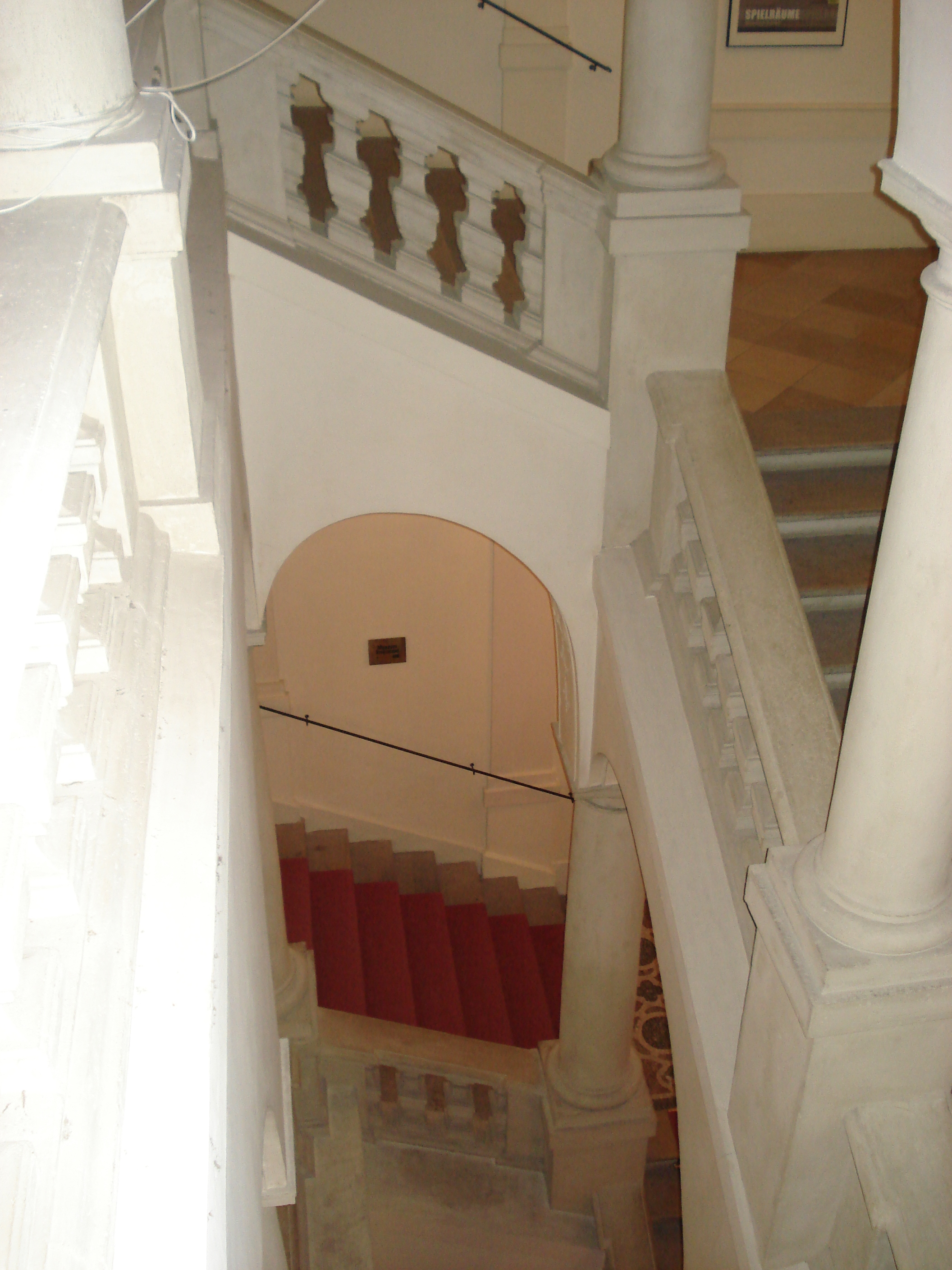
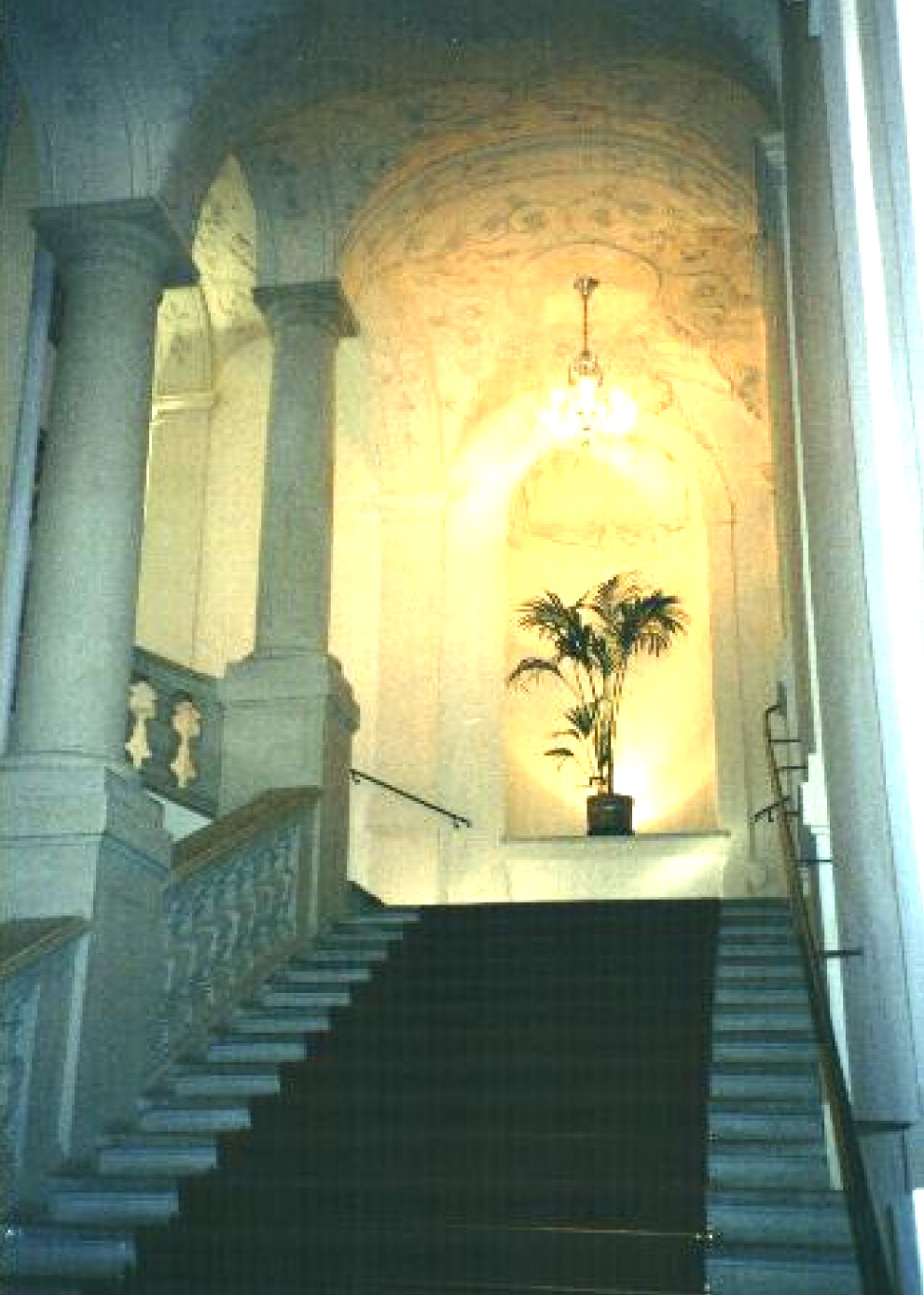
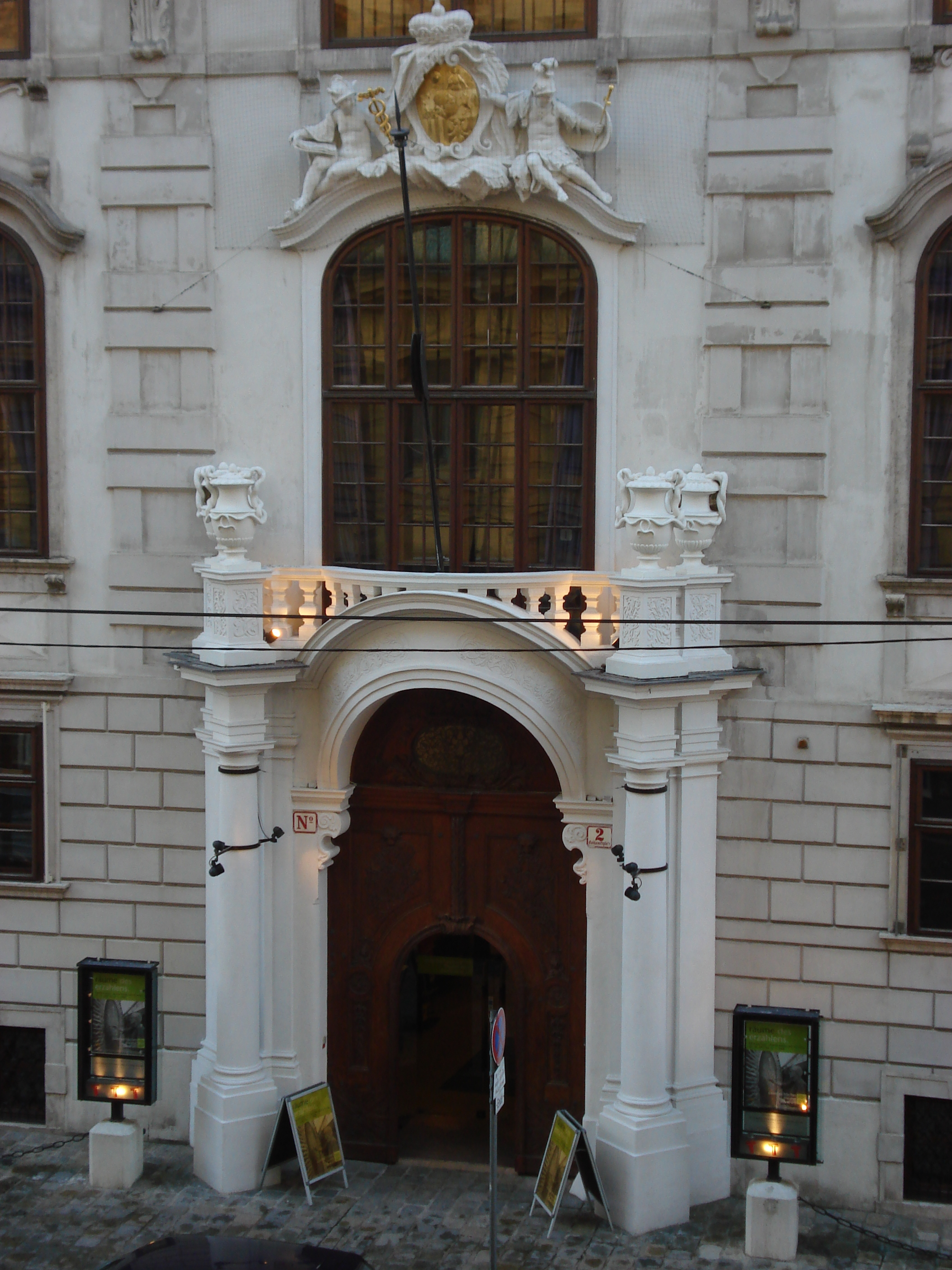
Portal J. B. Fischer v. Erlach 1709
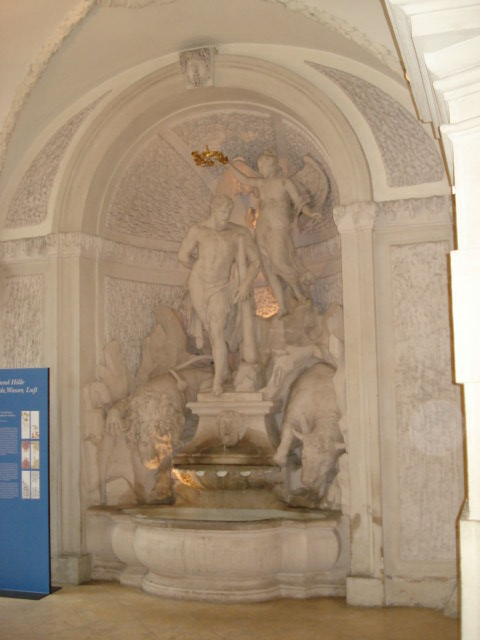
Herkulesbrunnen Lorenzo Mattielli
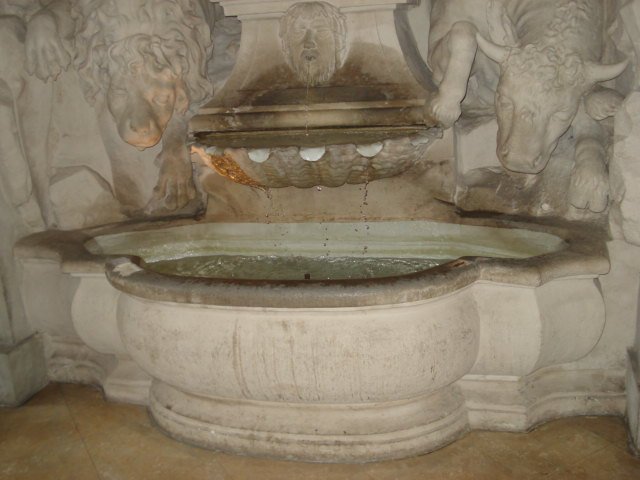
Becken aus Kaiserstein

Die Familie Dietrichstein gab später auch mehrere Umbauten des Palais in Auftrag. 1709 fand Johann Bernhard Fischer von Erlach für das Hauptportal eine besondere Lösung, es wurde mit einem reich verzierten, dreidimensionalen Diadembogen überwölbt. Diese Steinmetzarbeiten wurden von Giovanni Battista Passerini und Elias Hügel aus Kaisersteinbruch durchgeführt. Auch Fischer von Erlachs Sohn Joseph Emanuel erhielt einen Auftrag. Um 1730 entstand in einer Nische der Herkulesbrunnen, Bildhauer Lorenzo Mattielli. Skulpturen aus Eggenburger Stein, später Zogelsdorfer Stein. Zumindest das Becken besteht aus dem harten weißen Stein aus dem kaiserlichen Steinbruch am Leithaberg.
1745 erwarb Ferdinand Philipp Fürst von Lobkowitz das Palais. Das Palais war dann bis zum Jahr 1980 im Besitz der Familie Lobkowitz.

## Kaiserstein für Fürst Paul I. Esterházy, in seinem Palais in der Wallnerstraße
An Stelle des heutigen Palais befanden sich 14 verschiedene Häuser, die im Laufe der Zeit an die Familie Esterhazy kamen, wodurch das Palais erst nach und nach erweitert wurde. Diverse Umbauten fanden 1745–1746 und 1751 statt. Das war u. a. ein neues Portal und der Einbau einer weiteren Stiege (auch Kaiserstein), ausgeführt vom Steinmetzmeister Gabriel Steinböck. 1755 erwarb Paul II. Anton Fürst Esterházy die Häuser am Haarhof und ließ das Palais 1756 von Baumeister Johann Ferdinand Mödlhammer erweitern.
1668 war Paul I. Fürst Esterházy alleiniger Besitzer.

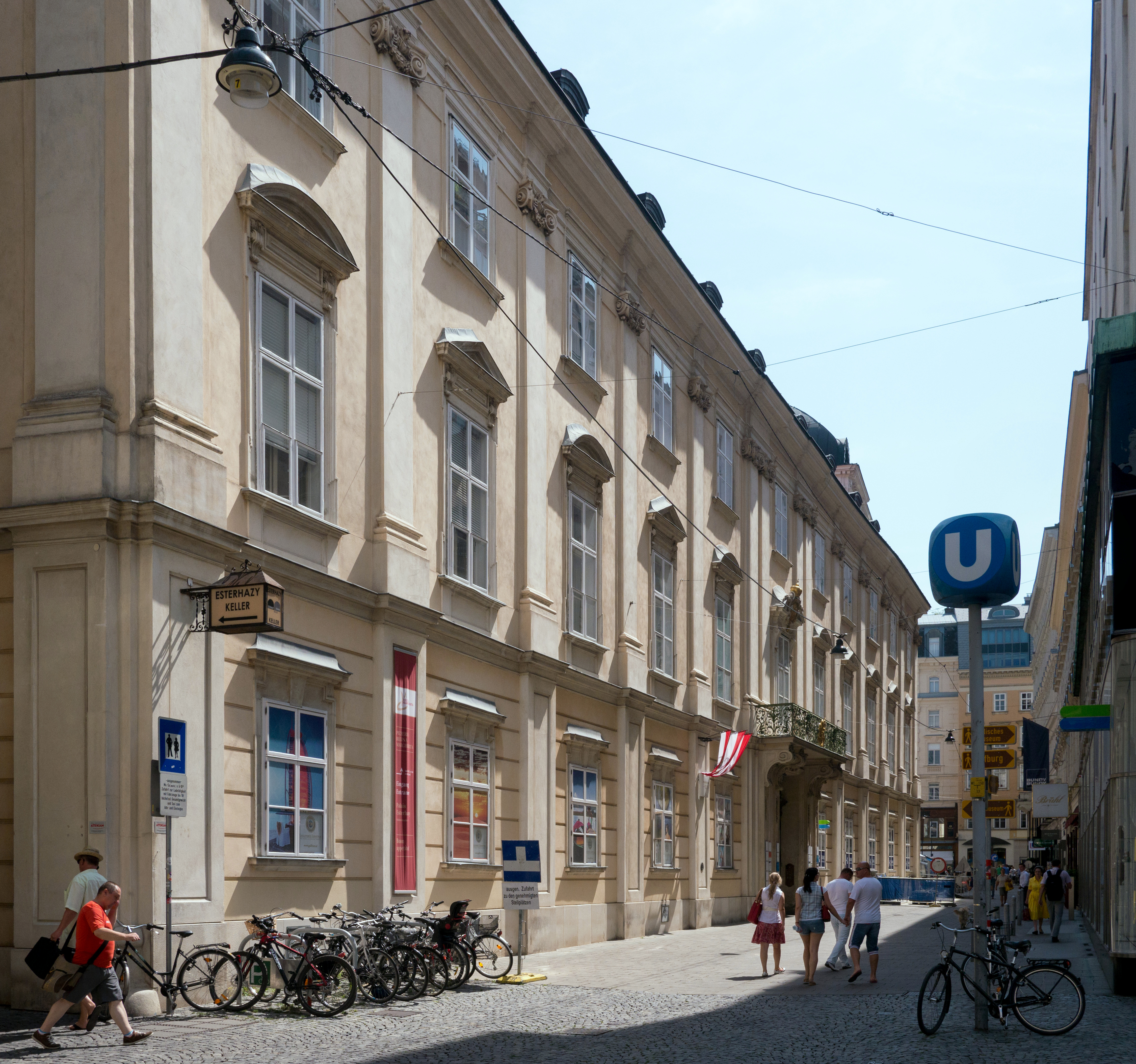
Palais Esterházy – Wallnerstraße
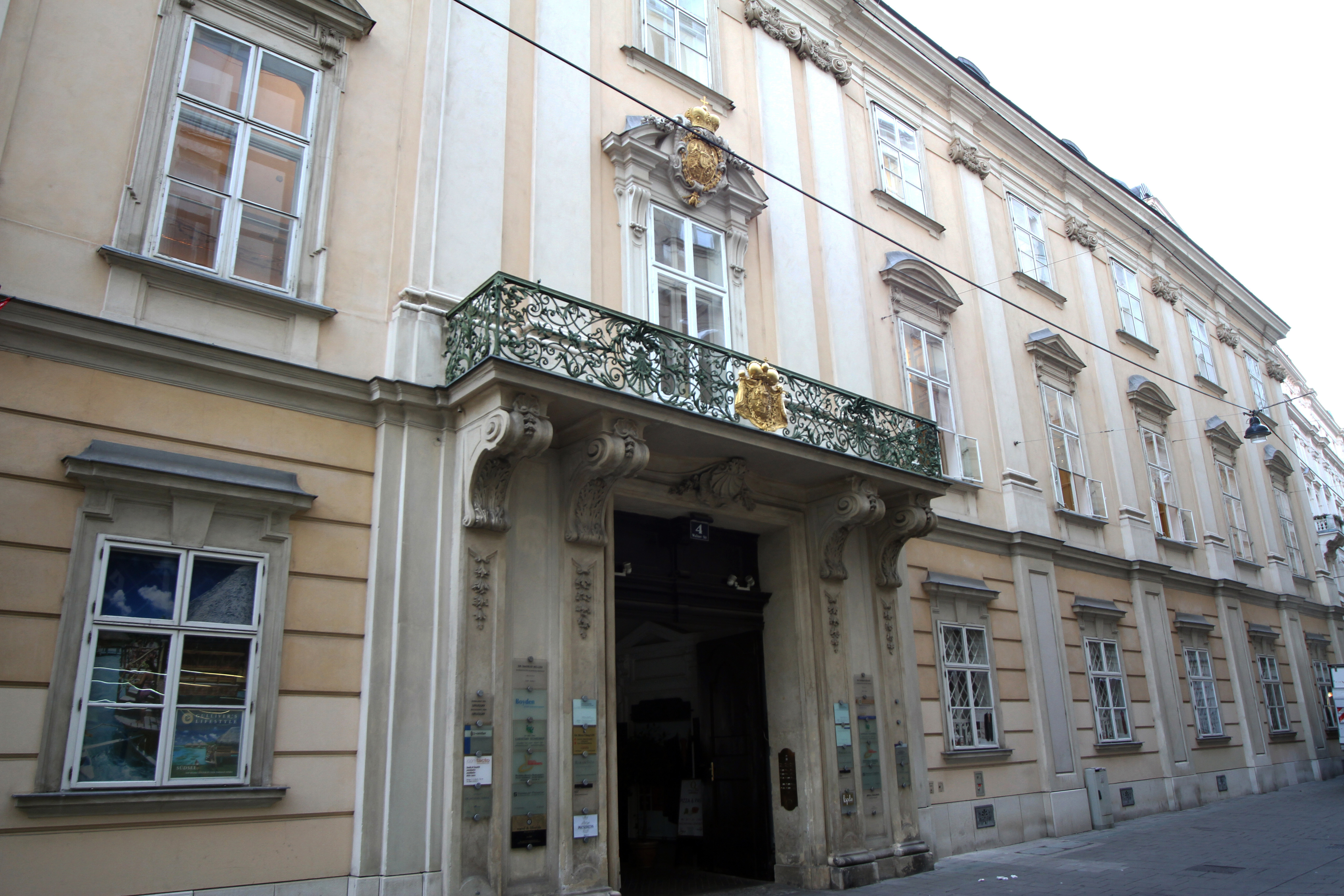
Portal mit Wappen
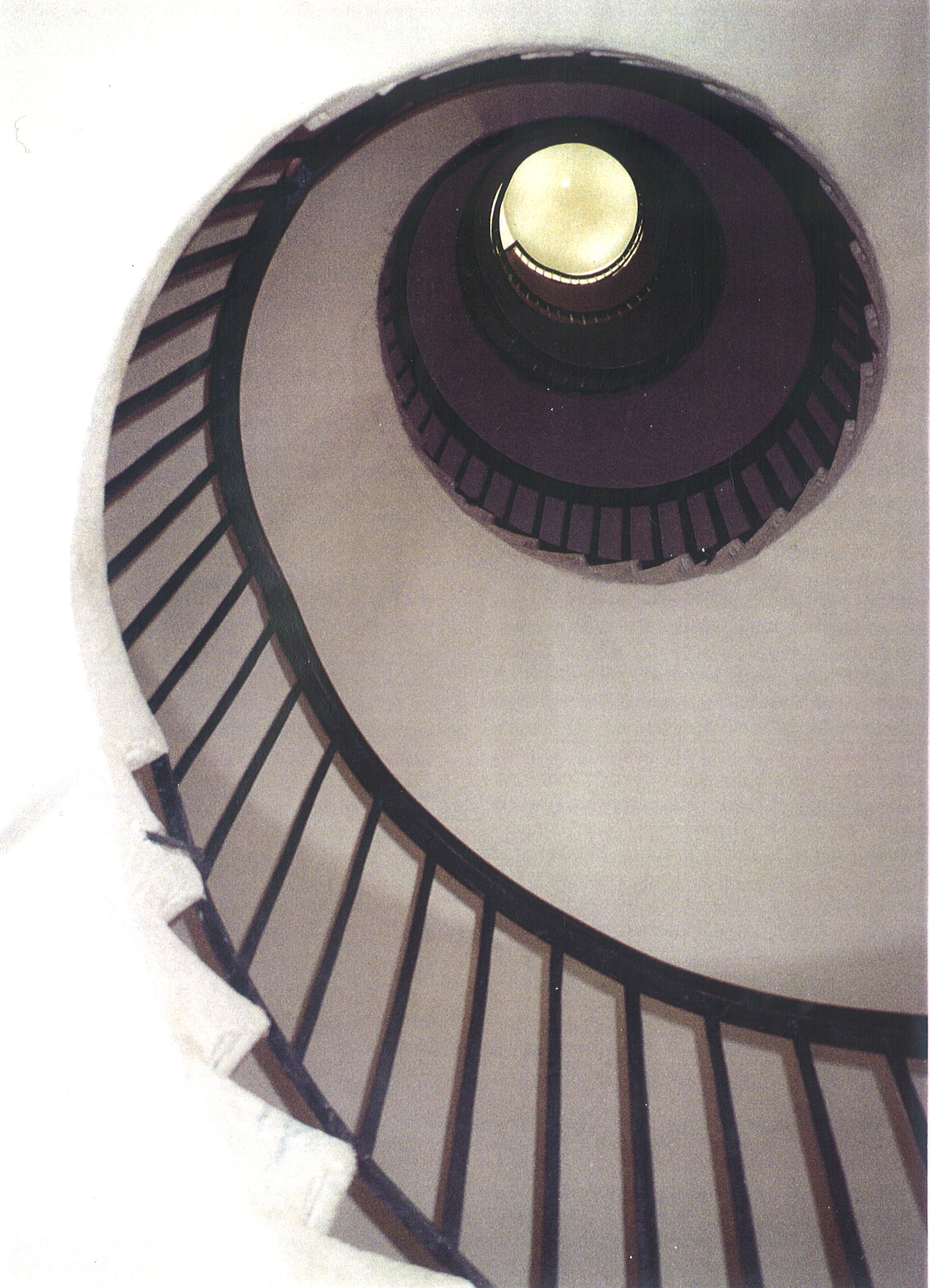
Wendeltreppe Kaiserstein
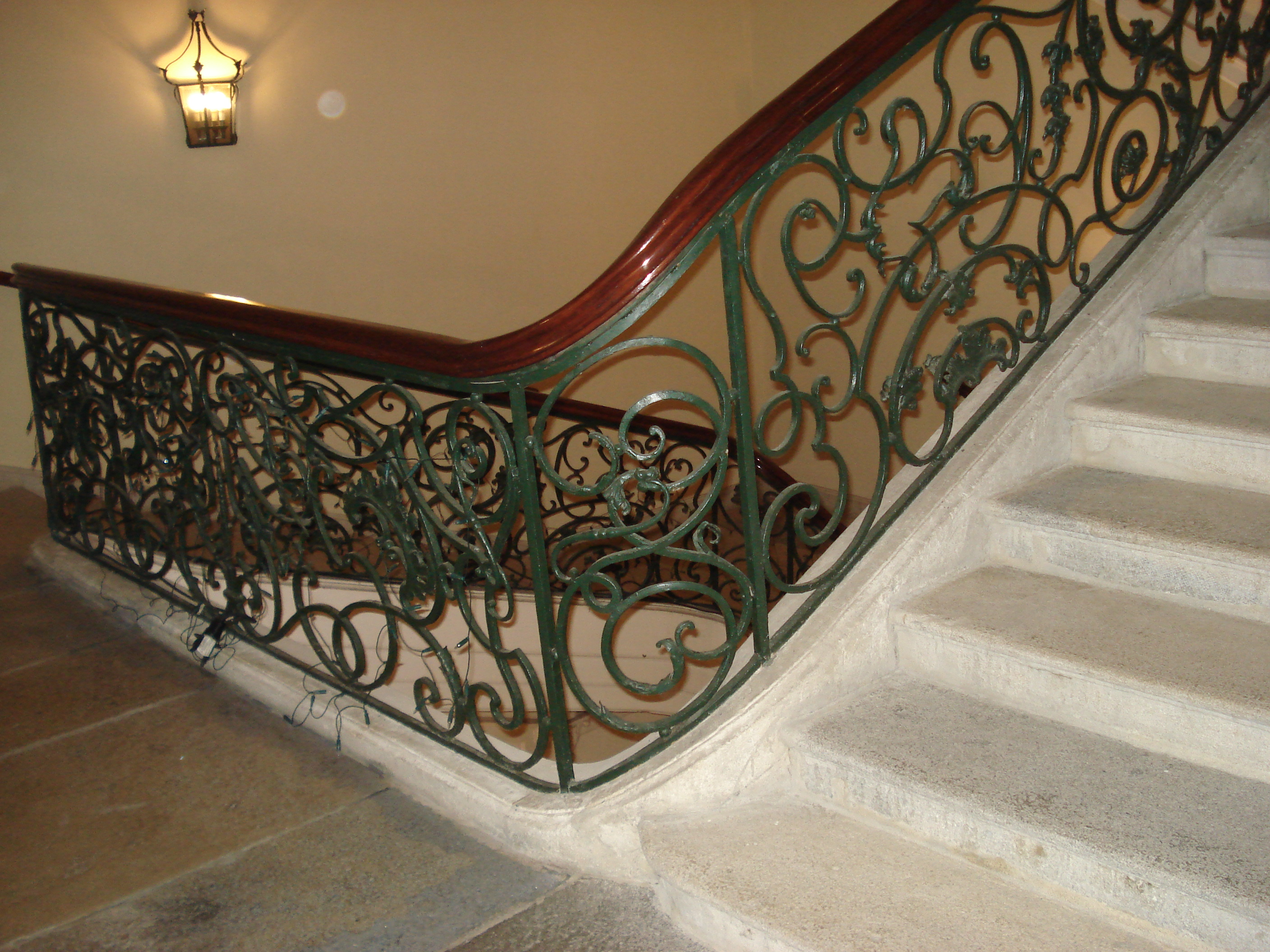
Stiege
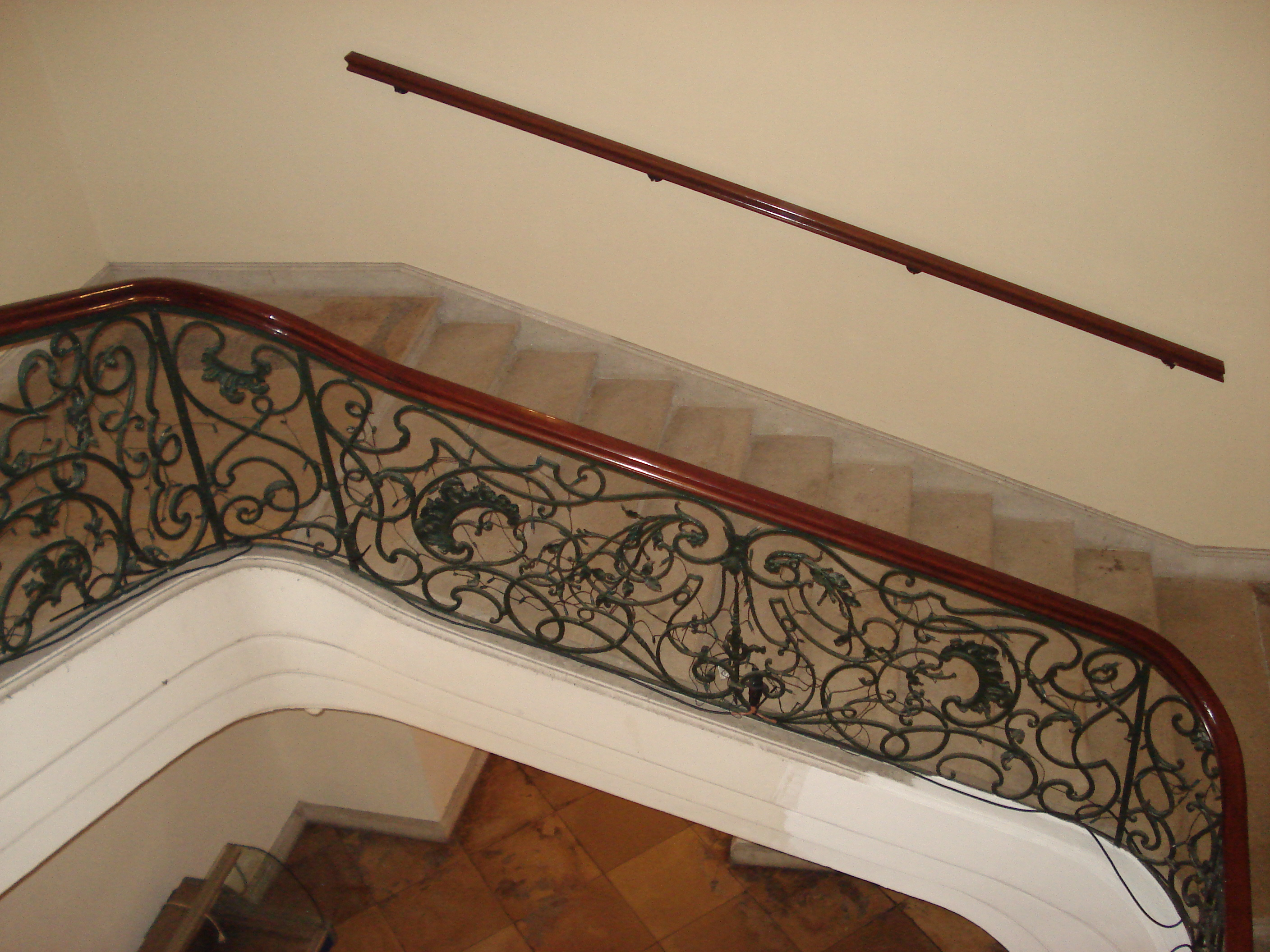
Stufen gegenüber
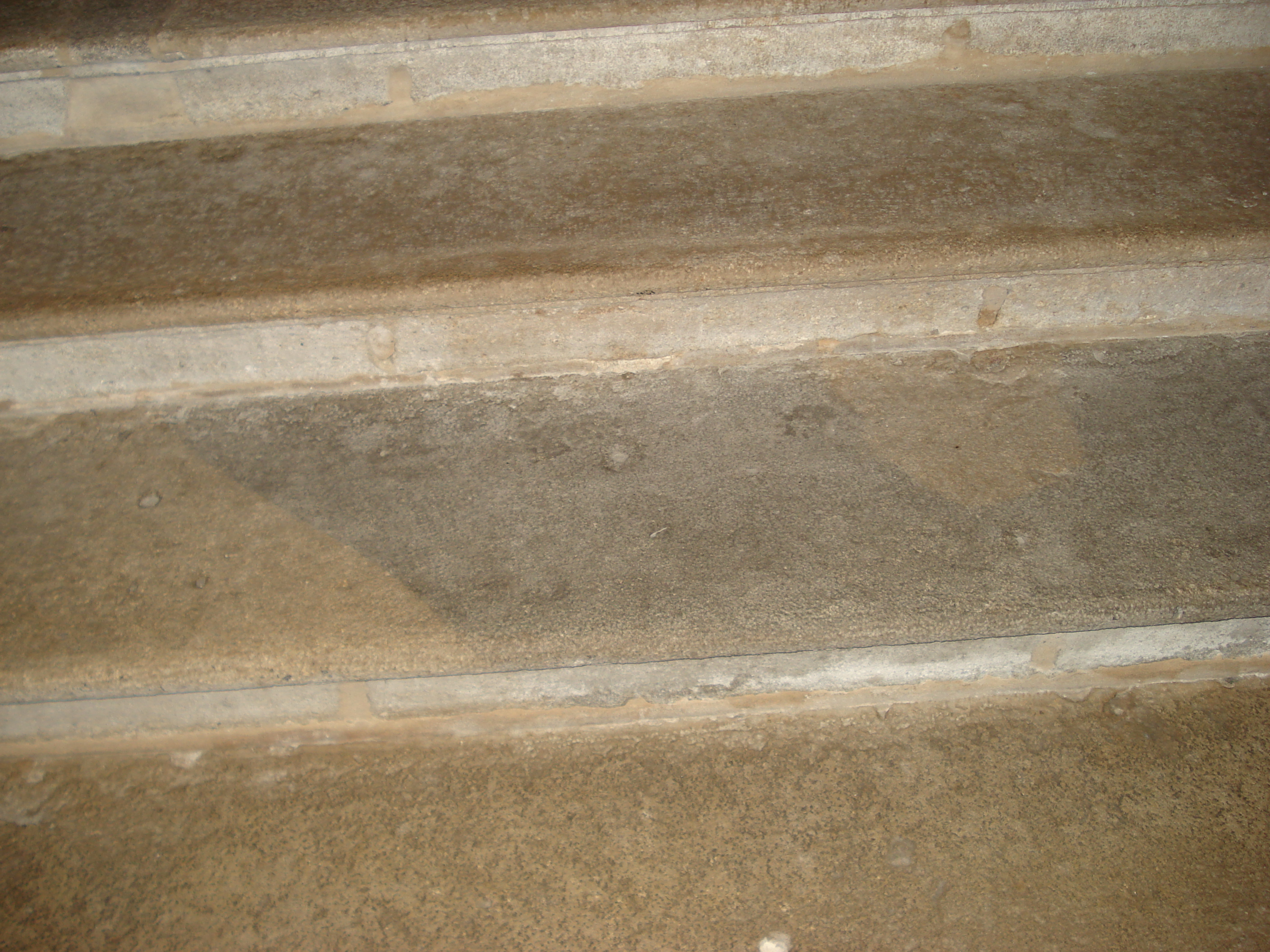
Kaisersteinstufe

Der Fürst entschloss sich 1687 zum kompletten Neubau. Wer für die Bauausführung verantwortlich war, ist unbekannt, wahrscheinlich war es aber Francesco Martinelli, der schon den Umbau vorgenommen hatte. Der Wiener Steinmetzmeister Johann Carl Trumler verarbeitete den harten Kaiserstein aus dem Kaiserlichen Steinbruch vor allem für Stufensteine, Bodenplatten und tragende Architekturteile. 1695 wurde das Palais vollendet.

## Kaiserstein für Palatin Paul I. Esterházy de Galantha, die Wallfahrtskirche „Mariä Himmelfahrt“
Im Jahre 1660 wurde von Bischof Philipp Friedrich von Breuner eine hölzerne Friedhofskapelle mit dem Gnadenbild Mariahilf geweiht. Das Gnadenbild zog viele Wallfahrer an, daher errichteten die Barnabiten in den Jahren 1668/1669 eine steinerne Kapelle und ein Wohngebäude für Priester. Beide Gebäude wurden bei der zweiten Wiener Türkenbelagerung 1683 zerstört. Das Gnadenbild konnte jedoch in Sicherheit gebracht werden.

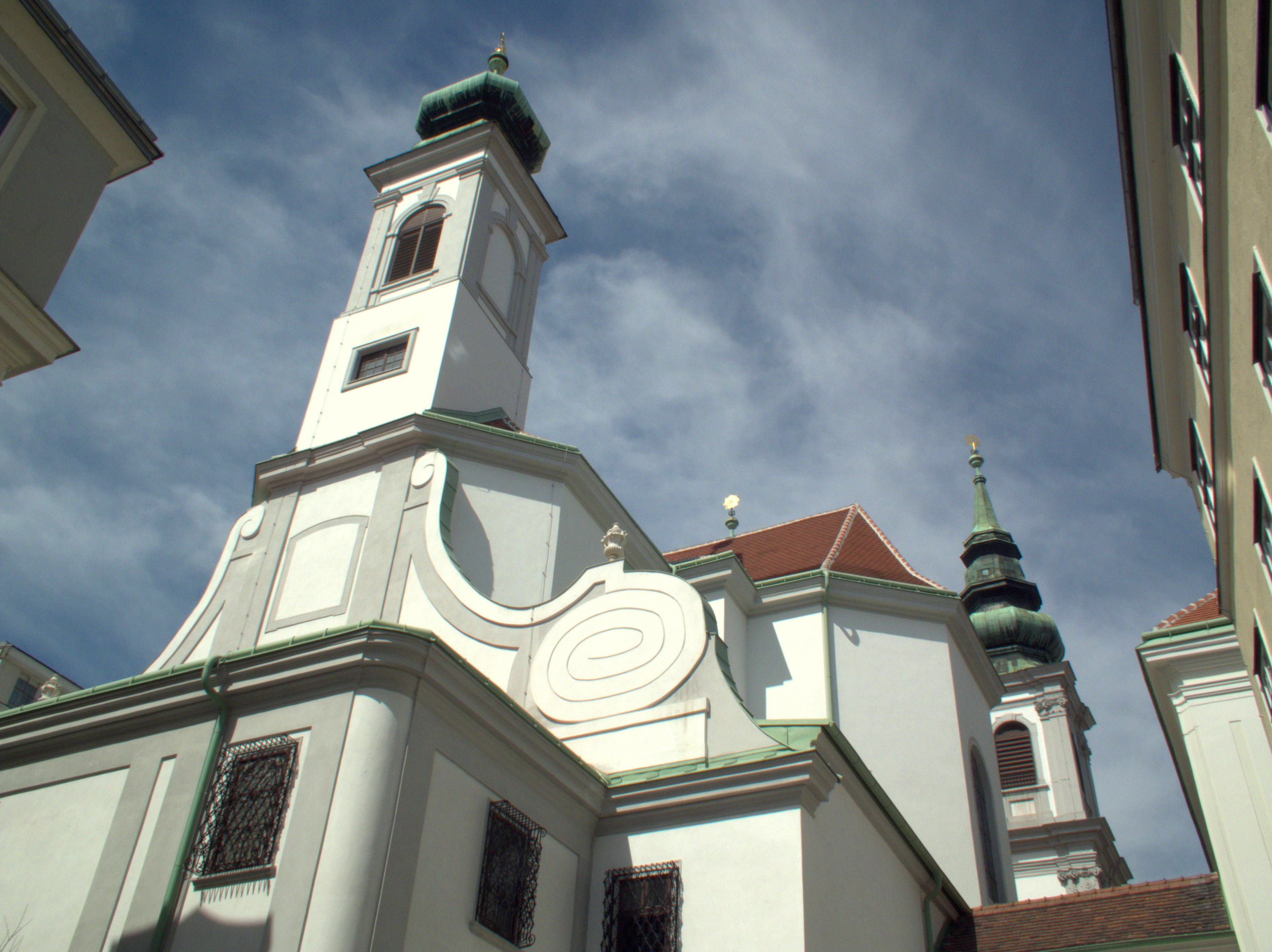
Vorkirche zur Mariahilfer Kirche
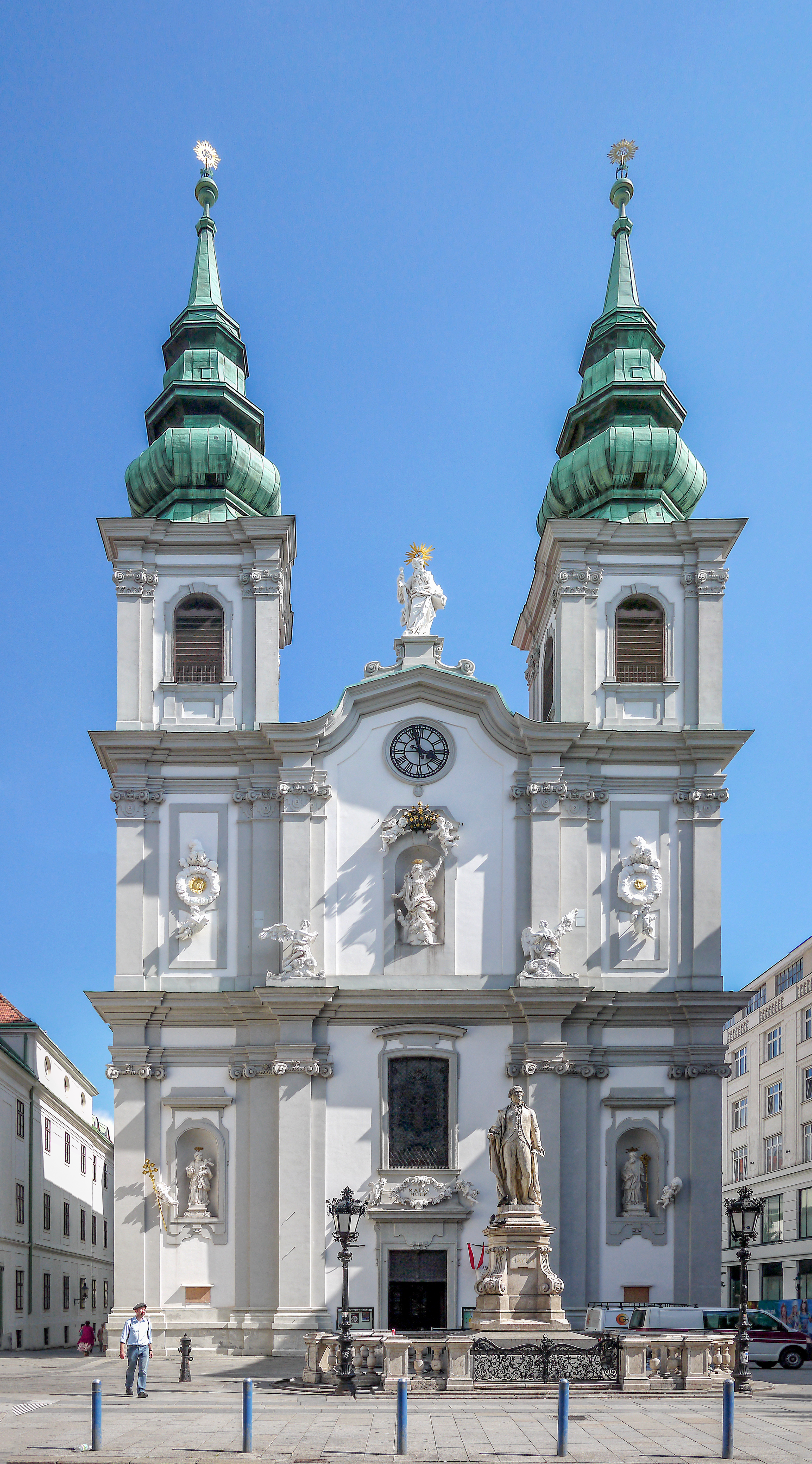
„Maria hilf“

Den Bau dieser Kirche finanzierte Palatin Paul I. Esterházy. Er beauftragte Sebastian Carlone den Jüngeren und Steinmetz Ambrosius Ferrethi aus dem kaysl. Steinbruch, von 1686 bis 1689 den Neubau zu errichten. Dieser wurde am 14. August 1689 von Bischof Leopold Karl von Kollonitsch mit dem zurückgebrachten Gnadenbild geweiht.
- Ab 1711 erfolgte der Umbau der Kirche in ihre heutige Gestalt durch den Baumeister Franz Jänggl. In dieser heutigen Kirche sind die Stufen sämtlicher Stiegen aus Kaiserstein.

## Kaiserstein für Prälat Christoph II. Matthäi vom Stift Klosterneuburg, im Kuchlhof/Leopoldihof des Stiftes

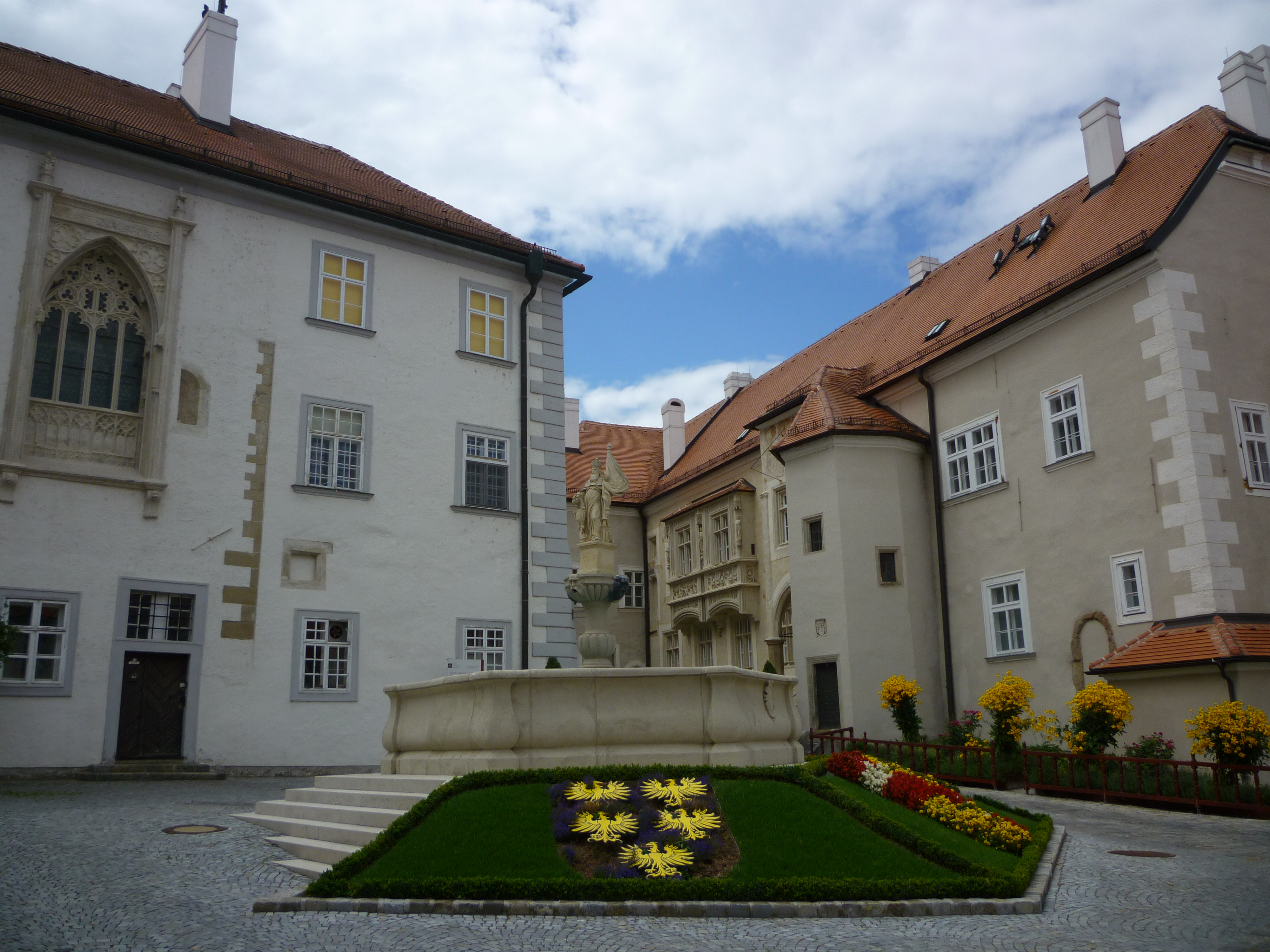
Leopoldihof

Auftrag für den Wiener Steinmetzmeister Johann Georg Prunner. Am 27. Dezember 1685 nahm er Sebastian Regondi aus dem kaiserlichen Steinbruch am Leythaberg als Lehrling auf. Einziger Sohn von Ambrosius Regondi, dem langjährigen Richter ebendort, inzwischen verstorben.
Auftrag im Stift Klosterneuburg von 1688: Stufen aus hartem Kaiserstein für den Brunnen im Leopoldi-Hof des Stiftes. Das große Brunnenbecken stammt aus 1592.
Verzeichnis waß ich Endes Unterschriebener Ihro Gnaden Herrn Prälaten zu ClosterNeyburg an Steinmetz-Arbeit gemacht habe. Wie folgt: Erstlich sind zu dem Röhrbrunnen in dem Hof gemacht worden breite Staffel, halten alle zusammen in der Länge 42 Schuh, Breite 2 Schuh und 4 Zoll dickh von guten ungarischem harten Stein, thut … 84 Gulden.
Mehr hat der Steinmetzmeister alle diese Staffel zum Wasser lassen hinauß führen. Für drei Fuhren bezahlt … 1 Gulden 24 Kreuzer.

## Kaiserstein für den Ratsherrn Zacharias Leeb in seinem Gartenschloss im Augarten
Das Augartenpalais ist ein freistehender langgestreckter Bau, der Mittelteil war ursprünglich ein barockes zweigeschoßiges Gartenschloss, mehrfach erweitert und aufgestockt, daran anschließend lange dreigeschoßige Flügel mit Eckpavillons.
1688 erwarb der Wiener Handelsmann und Ratsherr Zacharias Leeb (1649–1695) das Grundstück und ließ darauf bis 1692 ein Gartenschloss errichten (der Plan wird Johann Bernhard Fischer von Erlach zugeschrieben). 1736 wurde es von seinem jüngsten Sohn, Abt Robert Leeb vom Stift Heiligenkreuz, erworben.
Das Stift war Eigentümer großer Steinbrüche am Leithaberg, als Heiligenkreuzer Steinbruch bezeichnet. Es verpachtete an die Meister den marmorgleichen, polierfähigen „Kaiserstein“. Abt Robert Leeb ließ im Stiftshof die von seinem Vorgänger Gerhard Weixelberger nach der Pestepidemie von 1713 gelobte Dreifaltigkeitssäule (Pestsäule) vom Steinmetzmeister Elias Hügel und Bildhauer Giovanni Giuliani sowie den Josefsbrunnen von Joseph Winkler errichten.

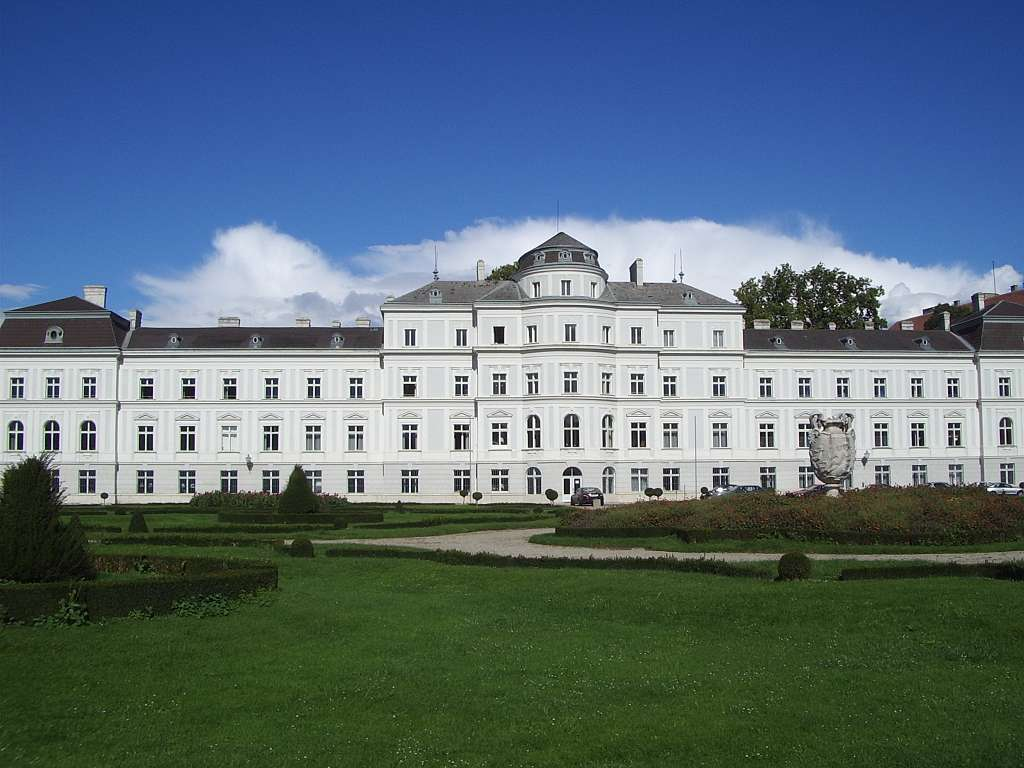
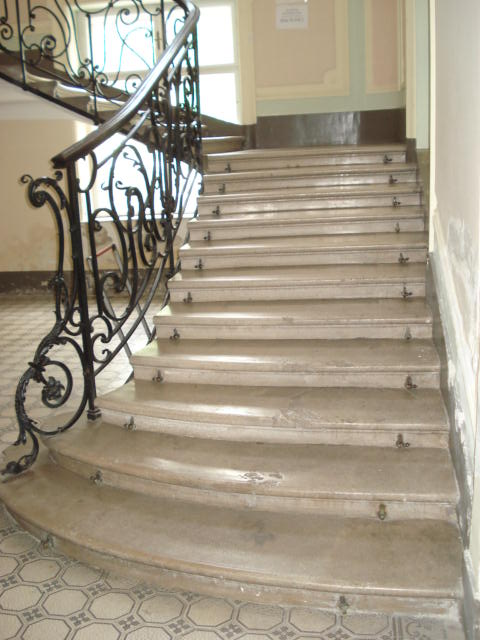
Barocke Stiege mit Kaisersteinstufen
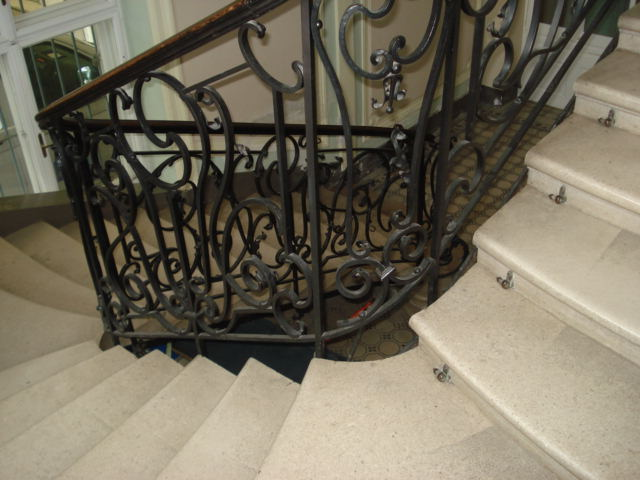

Gesehen wurde im barocken Kernbau eine Stiege mit schönen Kaisersteinstufen, die später eingebaute repräsentative Stiegenanlage besteht aus Marmor.

## Kaiserstein für Graf Ferdinand Bonaventura Harrach in seinem Wiener Palast
Um 1690 wurde im Auftrage des Grafen Ferdinand Bonaventura Harrach ein neuer Palast auf der Freyung errichtet. Die Planungen stammen von Architekt Christian Alexander Oedtl. Es wurde auch der römische Architekt Domenico Martinelli (1650–1718) mit einbezogen. Steinmetzaufträge ergingen an den Wiener Meister Veith Steinböck sowie Giovanni Battista Passerini und Sebastian Regondi aus Kaisersteinbruch. Der harte Kaiserstein wurde unter anderem für Portale, Säulen und die Feststiege verwendet.

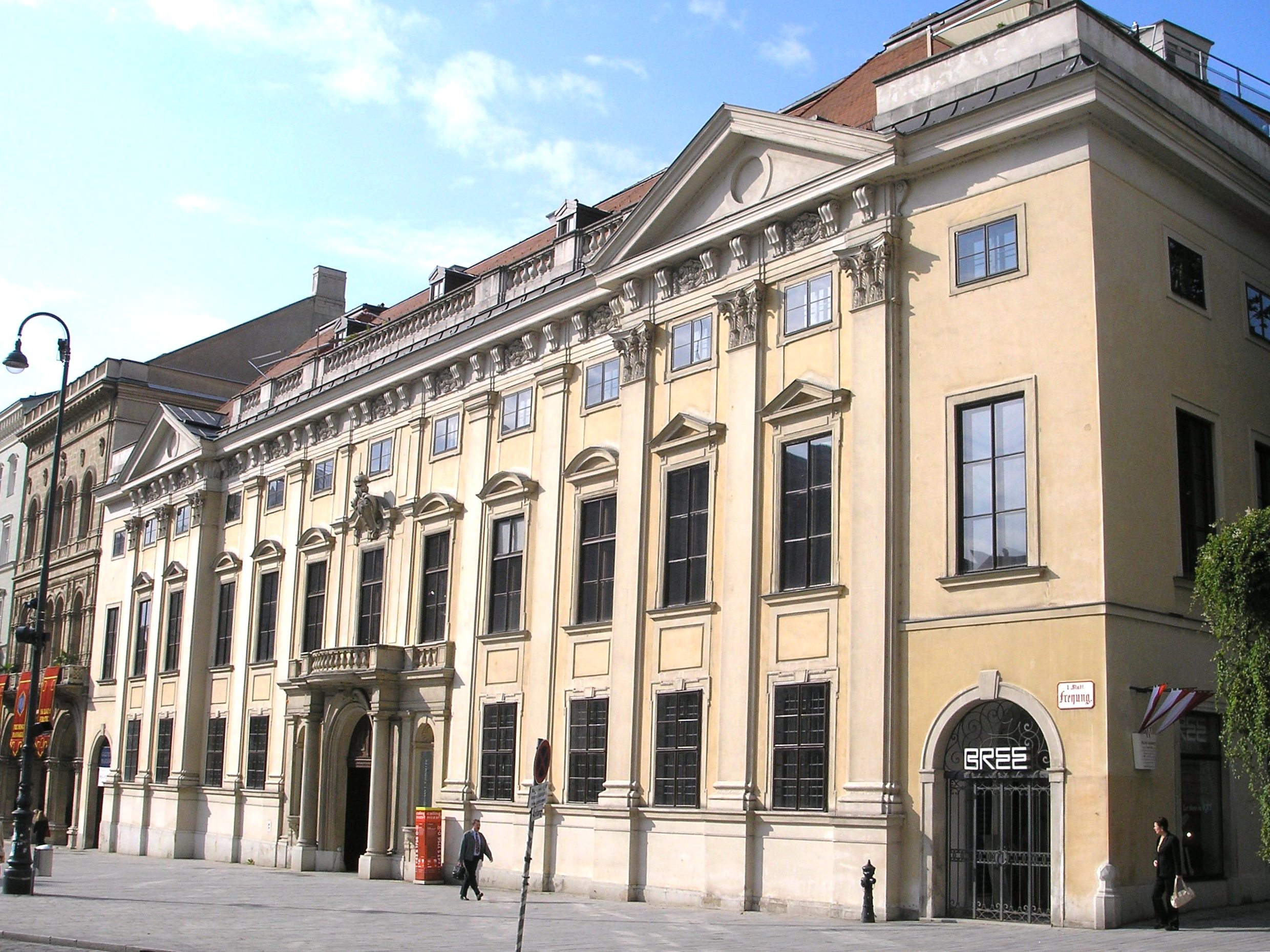
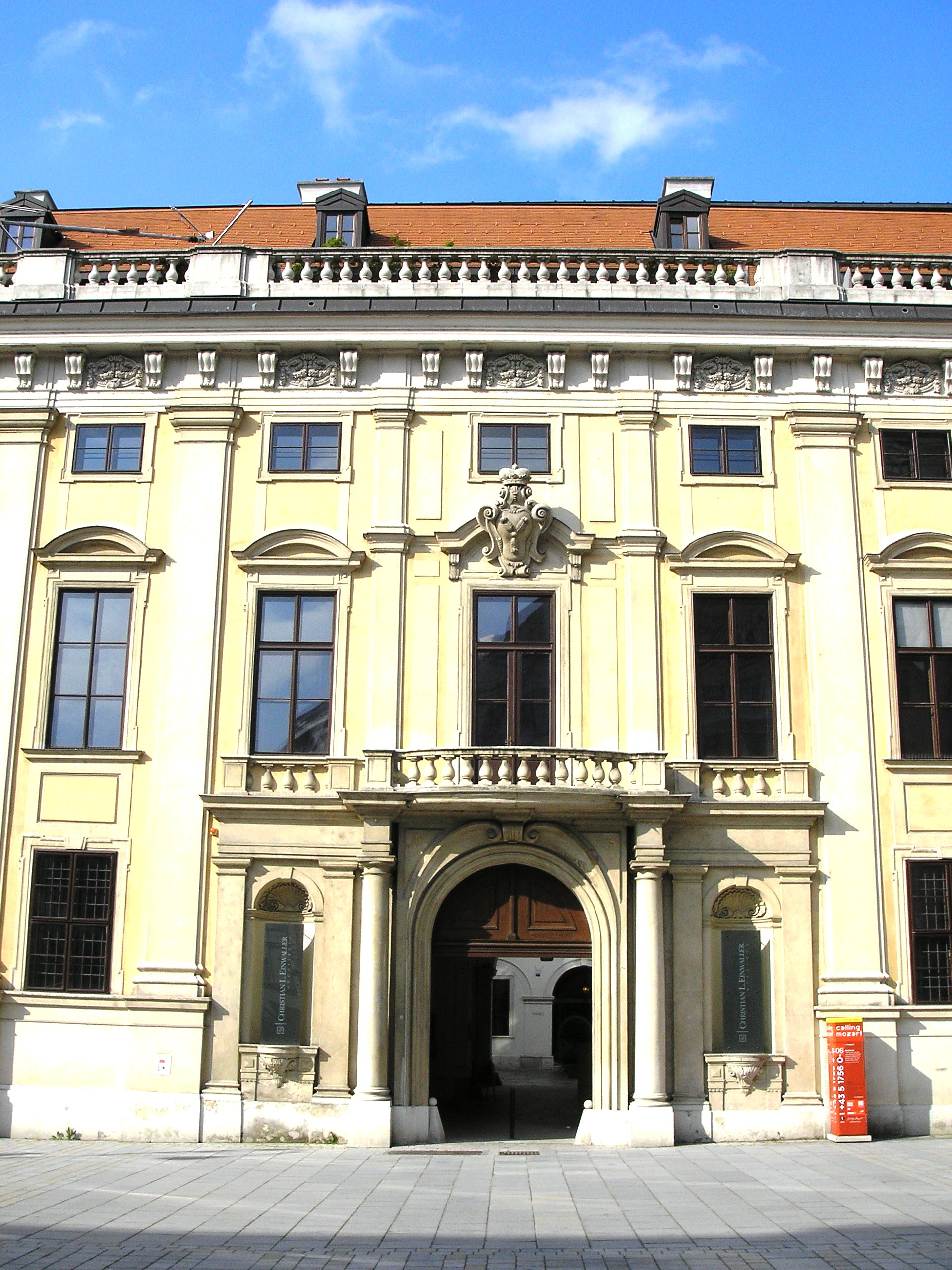
Palais Harrach
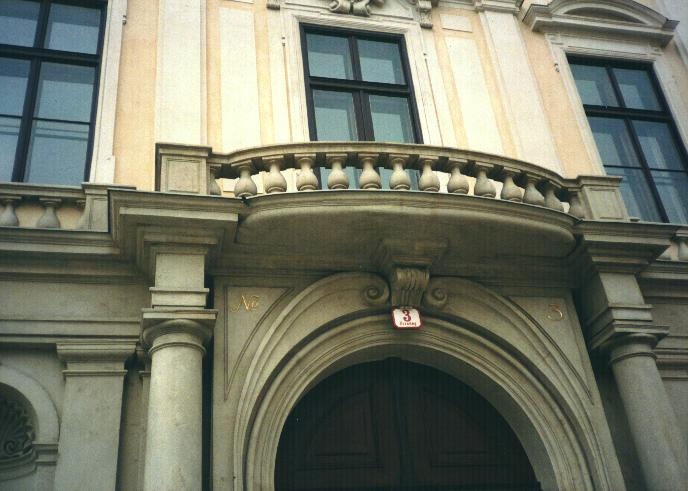
Portal
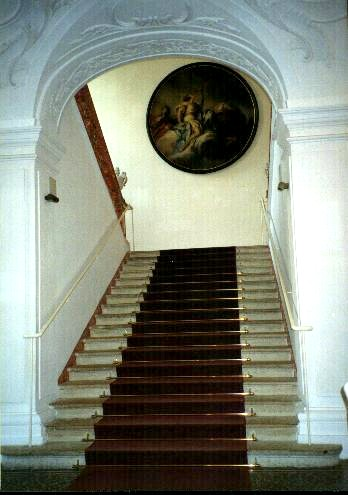
Treppenbeginn
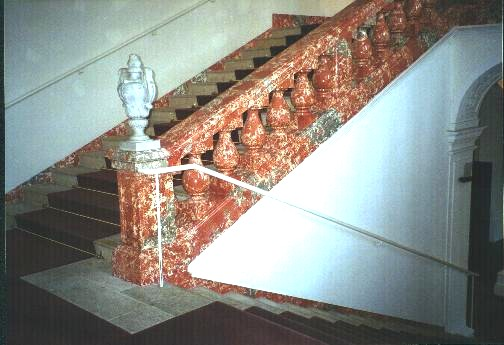
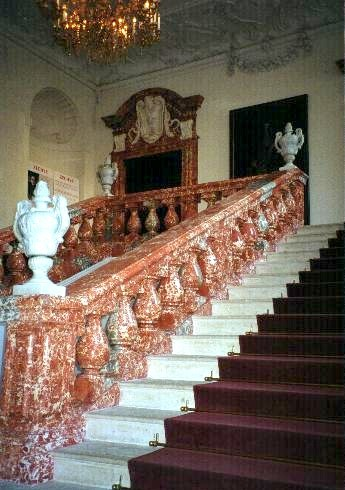
Treppenende

In den Ausgaben, das Gebäude auf der Freyung betreffend, ist mehrmals zu lesen:
- Erstlich das Thor zu machen mit zwey freystehent Säullen und zwayen Columnen und Haubtgesimbs, wie auch das Gländter von hardten Kayßerstainbruch Stain ist vor (für) dißes Thor zu lieffern und zu verferdigen, per 900 fl.
- Also ist dißes Thor sambt denen zway Seidtennischen zusamben vor außmachen und Lifferung, per 1.400 fl.
- „… ist ein kaiserlicher Wagen in den Kaiser-Steinbruch um Stein zu der Gartentüre gefahren, dem Kutscher und Vorreiter, jedem 3 Mahlzeiten, – mehr auf 6 Pferd über eine Nacht um Heu, Stroh und Stallgeld …“

## Kaiserstein für Fürst Johann Adam von Liechtenstein in seinem Gartenpalast

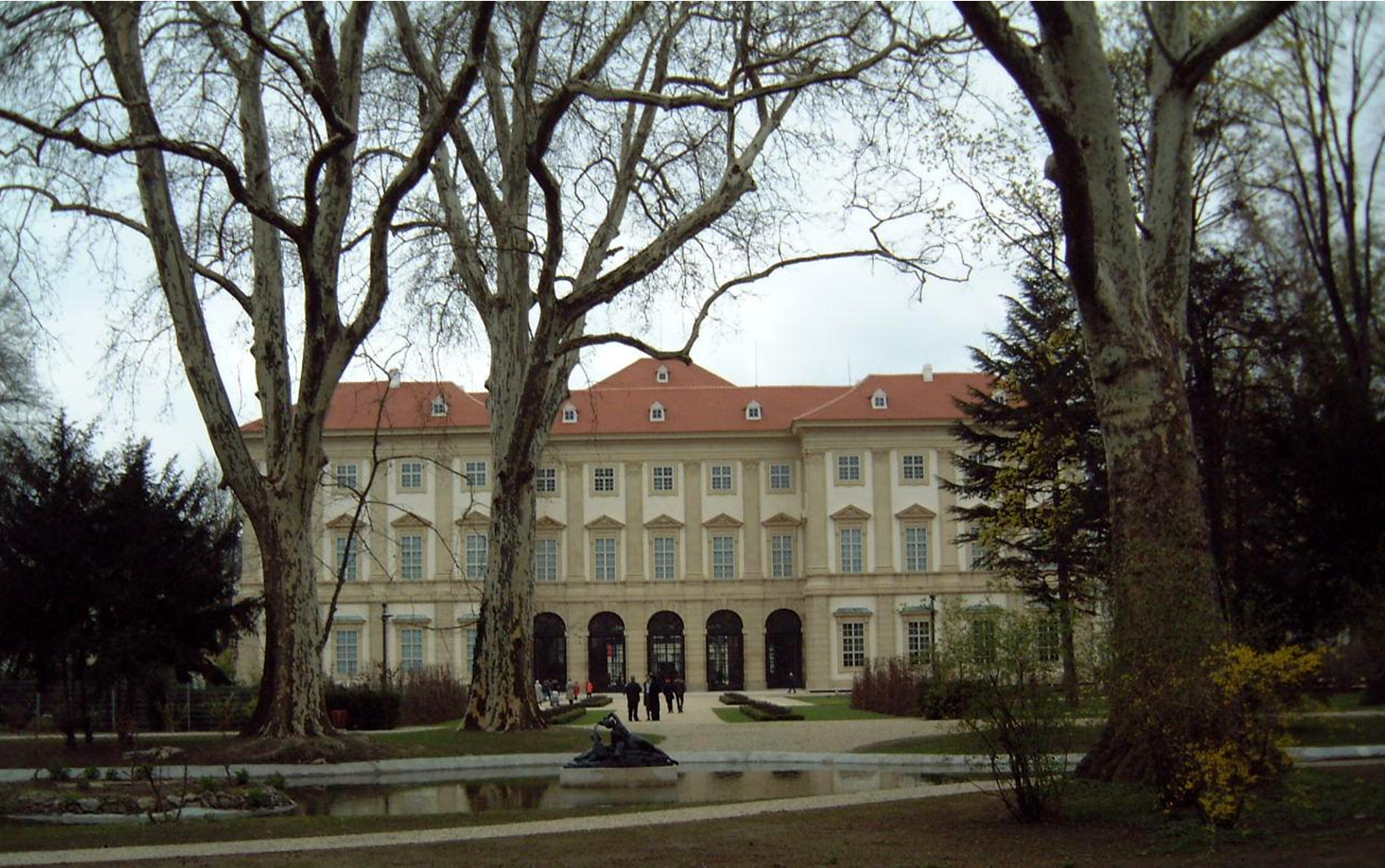
Gartenpalast Liechtenstein

Fürst Johann Adam von Liechtenstein kaufte 1687 einen Baugrund in der Roßau, um hier einen großen Gartenpalast zu errichten. Er ließ ab 1690 durch Domenico Egidio Rossi und Domenico Martinelli einen „Palazzo in Villa“ errichten.
Der Auftrag wurde am 24. September 1691 dem Maurermeister Antonio Riva übertragen. Die Wiener Maurerzeche erhob aufgrund ihrer Privilegien gegen einen Ausländer Protest, sodass am 10. Dezember 1691 die Ausführung dem kaisl. Hof-Maurermeister Lorenz Lahr anvertraut wurde.
Die Steinmetzarbeiten waren dem fürstl. Hof-Steinmetzmeister Martin Mitschke aufgedingt worden. Ihm lieferten die Kaisersteinbrucher Steinmetzmeister Ambrosius Ferrethi mit seinen Schwiegersöhnen Giovanni Battista Passerini und Martin Trumler große steinerne Pfeiler, Säulen und Sockel. Auftragsbeginn 4. Juli 1689, Kosten der Steinmetzarbeiten ca. 50.000 fl.

## Kaiserstein für Fürst Joh. Adam von Liechtenstein, Reitstallungen im Schloss Eisgrub
Fürst Liechtenstein beauftragte Architekt Johann Bernhard Fischer von Erlach mit dem Marstall von Schloss Eisgrub, Bauzeit 1688–1700, Bildhauer Giovanni Giuliani.

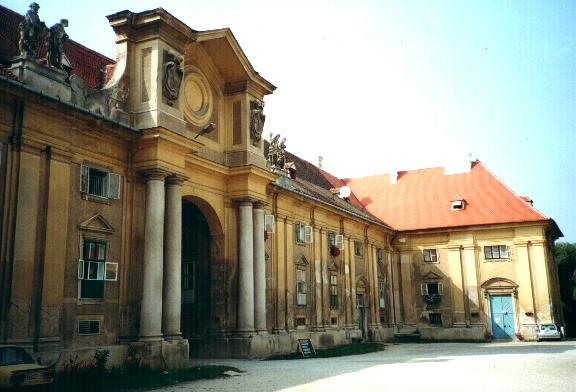
Reitstallungen
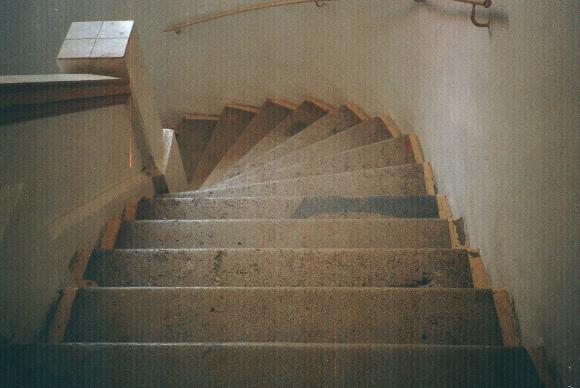
Kaiserstein

Die Steinmetzarbeiten aus Kaiserstein lieferten wie in den Wiener Palästen Hof-Steinmetzmeister Ambrosius Ferrethi, Giovanni Battista Passerini und Martin Trumler aus dem kaysl. Steinbruch.

## Kaiserstein für Fürst Joh. Adam von Liechtenstein im Stadtpalast

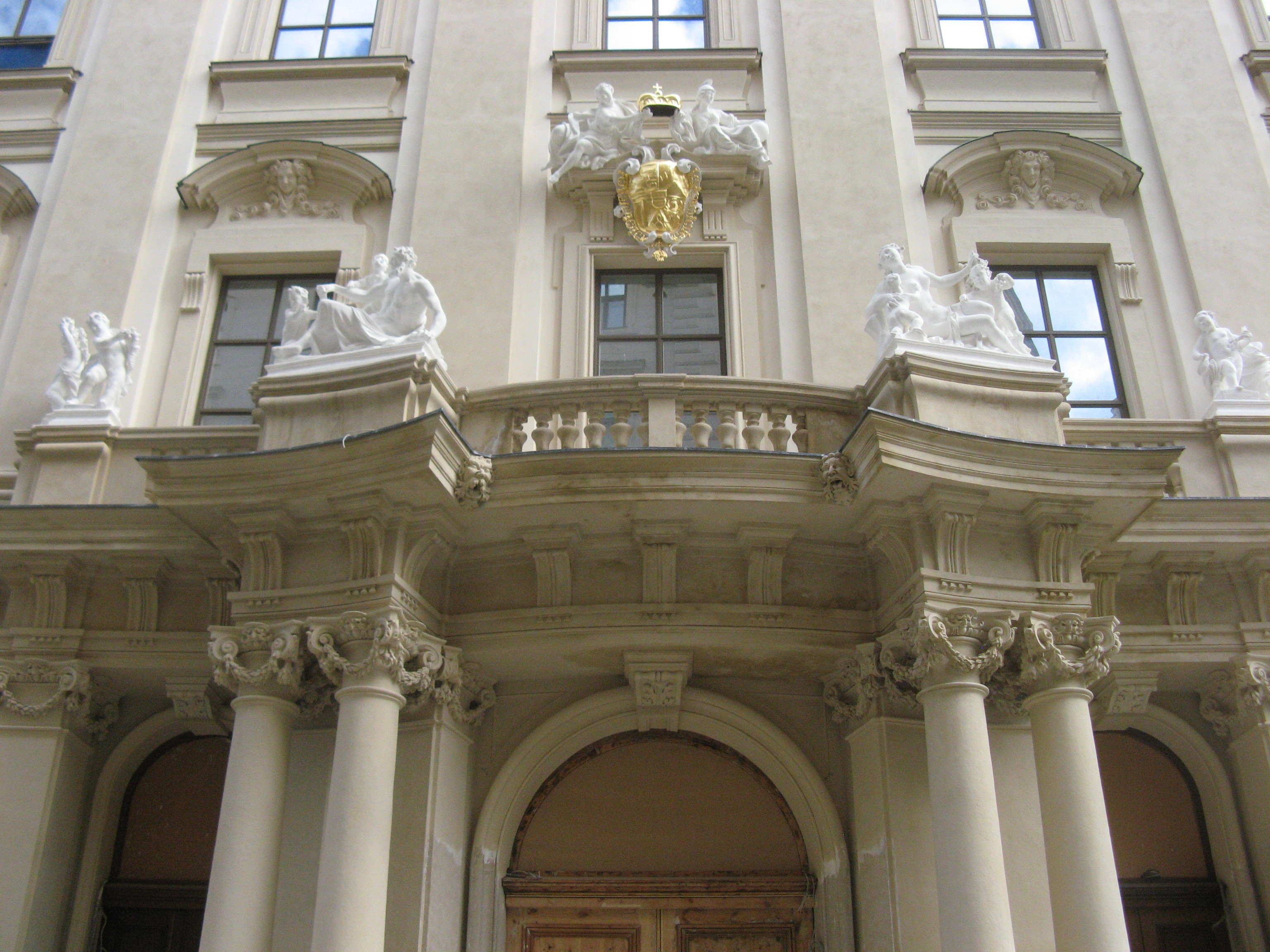
Hauptportal
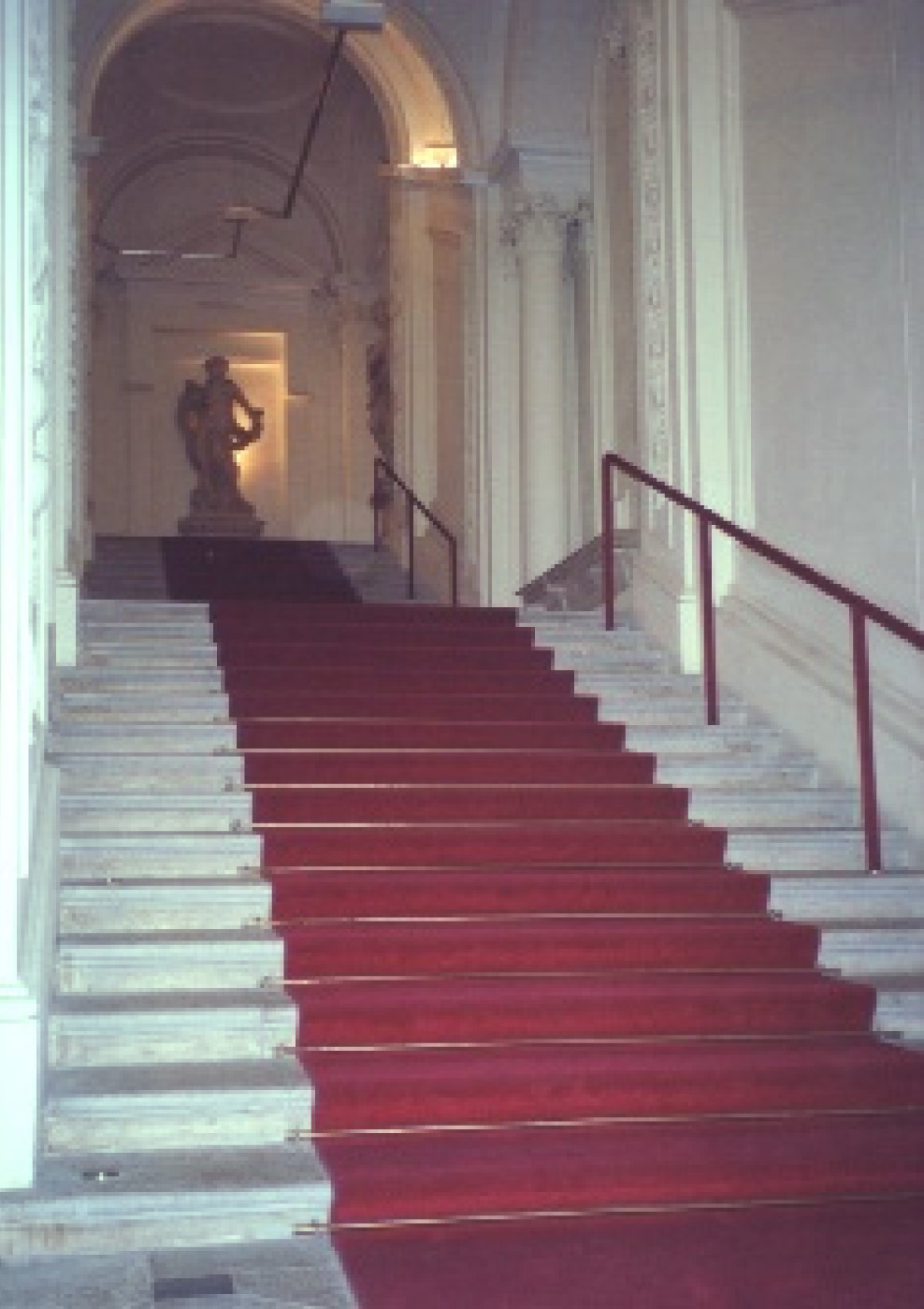
Haupttreppe
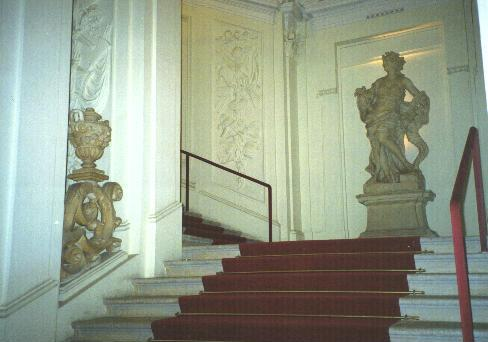
Detail

Dominik Andreas Graf Kaunitz erwarb 1691 ein Haus (das Zinzendorfische) mit der Front zum Minoritenplatz, sowie von den Khevenhüllers ein weiteres an der Löwelstraße und gab 1694 Antonio Riva den Auftrag, nach Plänen von Domenico Martinelli darauf ein Palais zu erbauen.
Noch im selben Jahr entschloss er sich zum Verkauf an Fürst Johann Adam von Liechtenstein um den Preis von 115.000 fl.
Durch diesen Kauf war zum künftigen Majoratshaus der Fürsten von Liechtenstein der Grund gelegt. Alle Baumaterialien, mochten sie nun beim Bau selbst, oder im kayserlichen Steinbruch und Eggenburger Steinbruch, oder schließlich in den Werkhütten der Steinmetzmeister Ambrosio Ferreti, Giovanni Battista Passerini, Martin Trumler und Michael Khöll liegen, gingen an Fürst Johann Adam über.
Aber auch alle Pläne zum Bau, alle Verträge mit Steinmetzen, Maurermeistern und sonstigen Handwerkern, die Abrechnungen mit diesen und endlich die Bewilligung der Wiener Maurerzeche für den Baumeister Antonio Riva, dass er diesen Bau ohne Einspruch führen dürfe. Riva hatte den Bau bereits bis zur Stockhöhe gefördert, da wurde die Fortsetzung am 25. Mai 1694 einem anderen Italiener, Gabriel de Gabrieli übertragen.
Für den Hof-Steinmetzmeister Ferrethi hatte dieser Auftrag schon unter Graf Kaunitz begonnen, den Bau des Palais konnte er nur in den Anfängen erleben, da er 1696 starb. Die Hauptstiege wurde 1699 errichtet, wobei die Stiegenstaffel (wie so oft in Wien) aus dem Kaisersteinbruch genommen wurden.

## Kaiserstein für das Wiener Vorstadthaus „Zu den 3 großen Kronen“ in der Breiten Gasse
Dieses typische barocke Wiener Vorstadthaus weist noch aus bäuerliche Hausformen hin und stellt eines der wertvollsten Baudenkmäler am Spittelberg dar. Das Miethaus „Zu den drei großen Kronen“ wurde Ende des 17. Jahrhunderts errichtet.

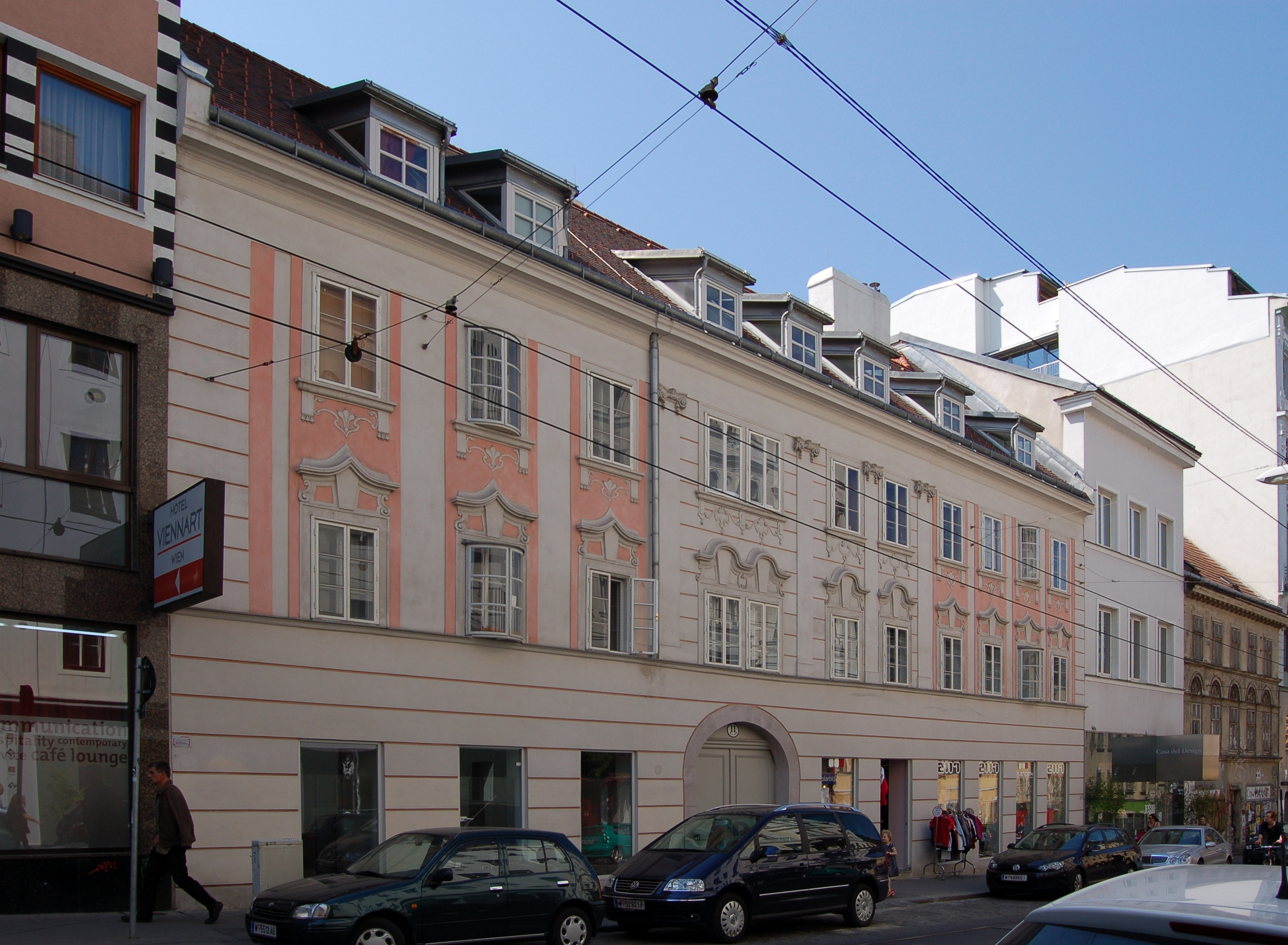
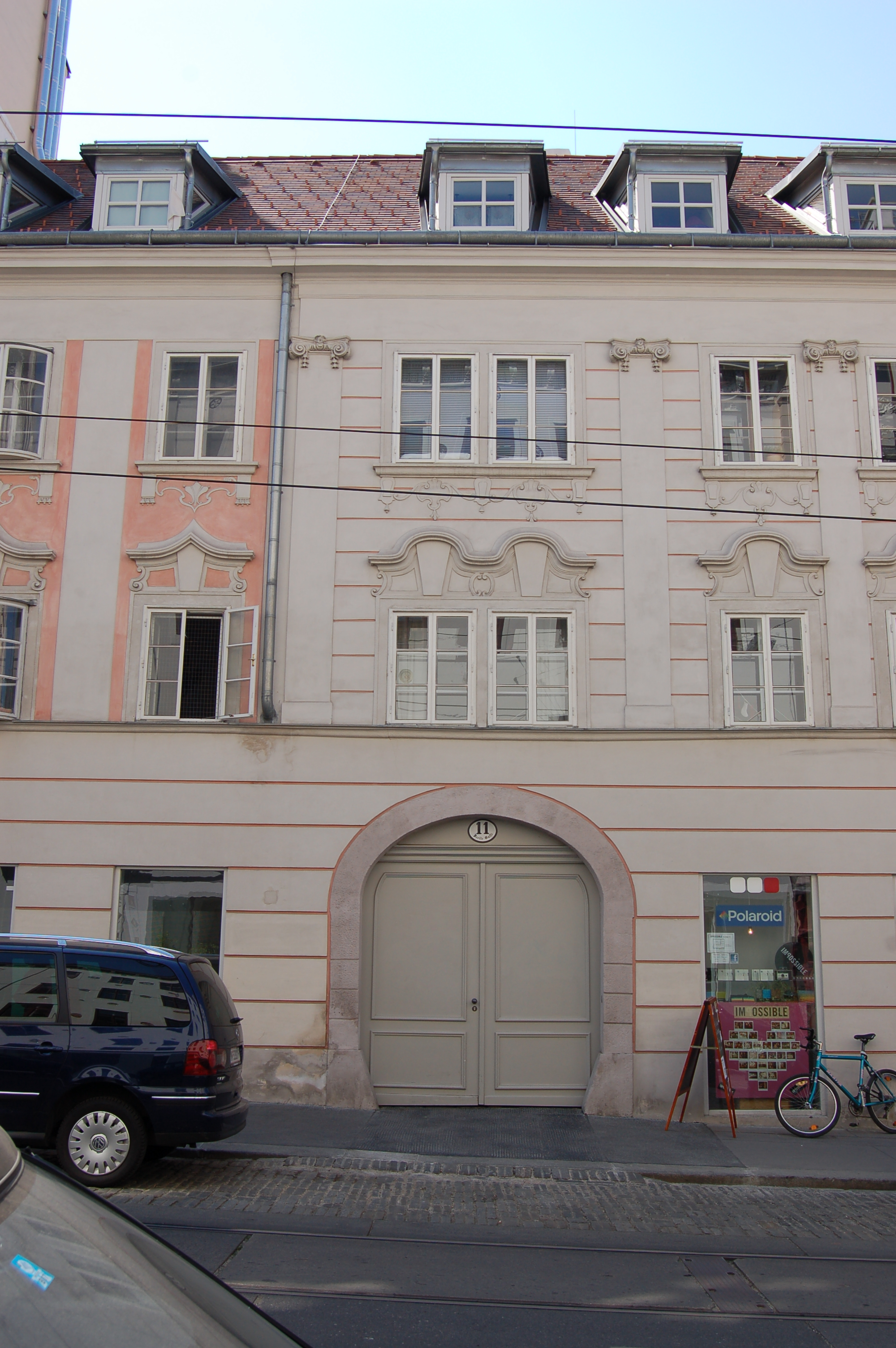
Haustor
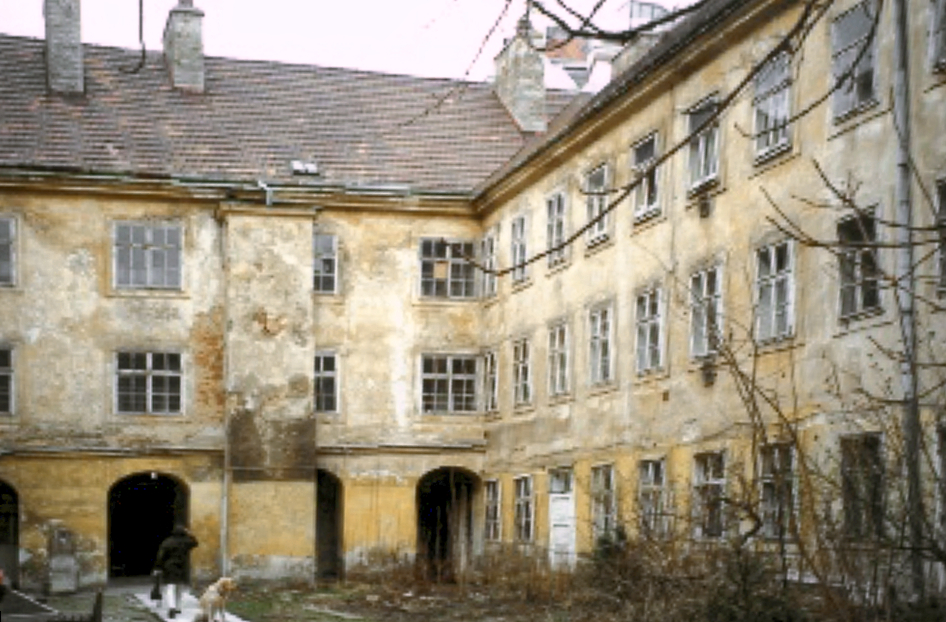
Innenhof vor der Restaurierung des Gebäudes, um 2000
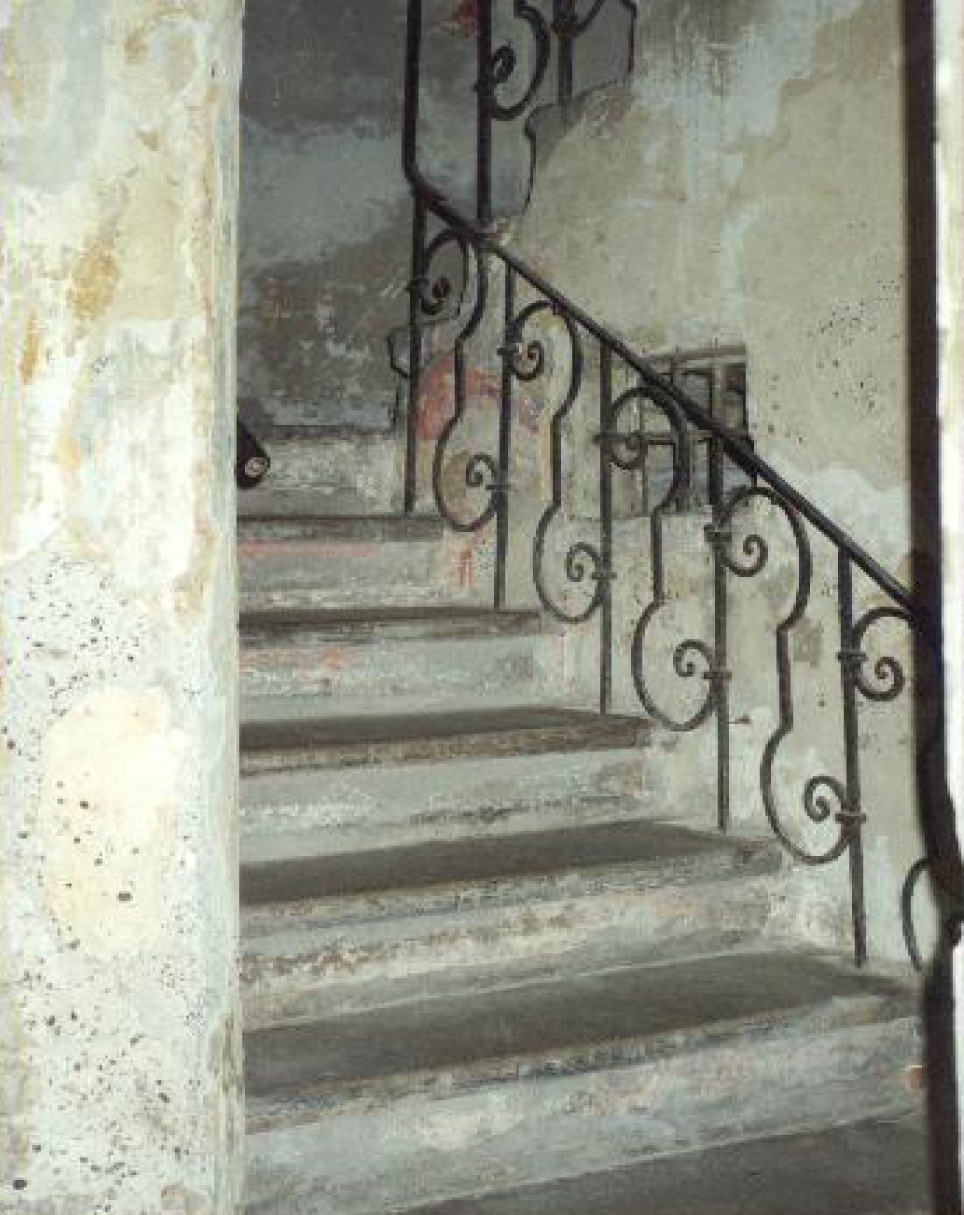
Abgetretene Kaisersteinstufen

Die Fassade des barocken Vorstadt-Bürgerhauses stammt aus der ersten Hälfte des 18. Jahrhunderts, wobei die Fassade durch ionische Pilaster gegliedert wurde. Zudem verfügt das Haus über eine Knickgiebelverdachung und eine Einfahrt mit Stichkappentonnen. Im Garten des Hauses befindet sich ein steinerner Hausbrunnen.

## Kaiserstein für das Palais Strattmann, seit 1747 die Ungarische Hofkanzlei
Von 1692 bis 1694 errichtete Johann Bernhard Fischer von Erlach für den Hofkanzler Theodor Graf Strattmann dieses Palais. 1747 wurde es zur Ungarischen Hofkanzlei.

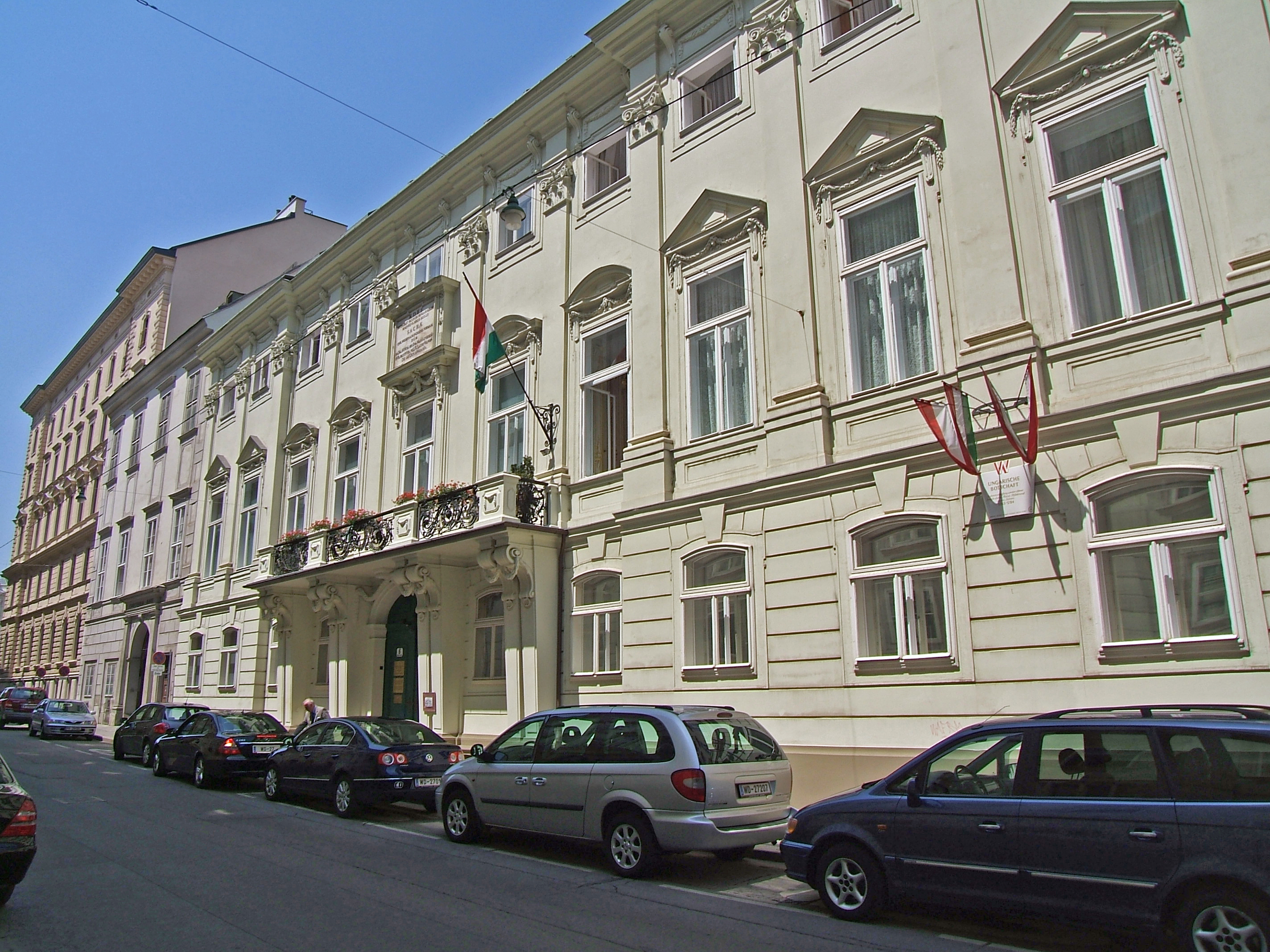
Ungarische Botschaft
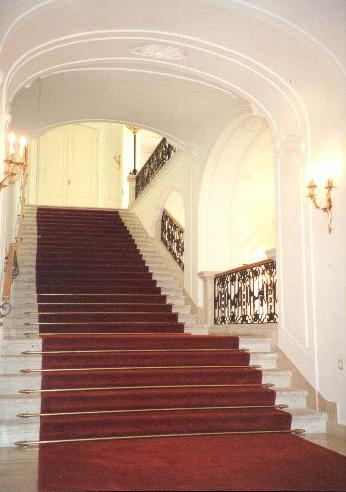
Kaiserstein-Treppe
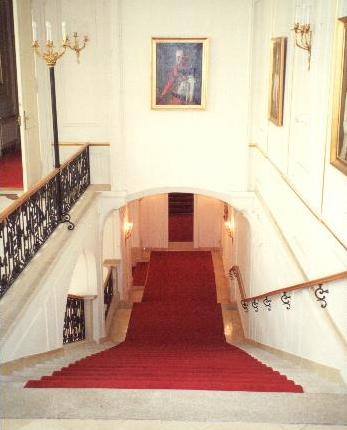
Von oben

- 1766/67 gestaltete Nicolaus Pacassi die spätbarocke Fassade im Rokokostil um, 1783/84 wurde die Hofkanzlei erweitert, wobei die Fassade von Franz Anton Hillebrandt angeglichen wurde. Heute befindet sich die Ungarische Botschaft in dem Gebäude.
- Die Prunktreppe aus weißem Kaiserstein.

## Kaiserstein für die Pfarrkirche Laxenburg zum „Heiligenkreuz“
Die Kirche steht direkt gegenüber dem Blauen Hof. Sie enthält als erster Bau nördlich der Alpen geschwungene Fassadenelemente (Charakteristikum des Hochbarock). Am 11. Juni 1693 nahm Kaiser Leopold I. persönlich die Grundsteinlegung vor.

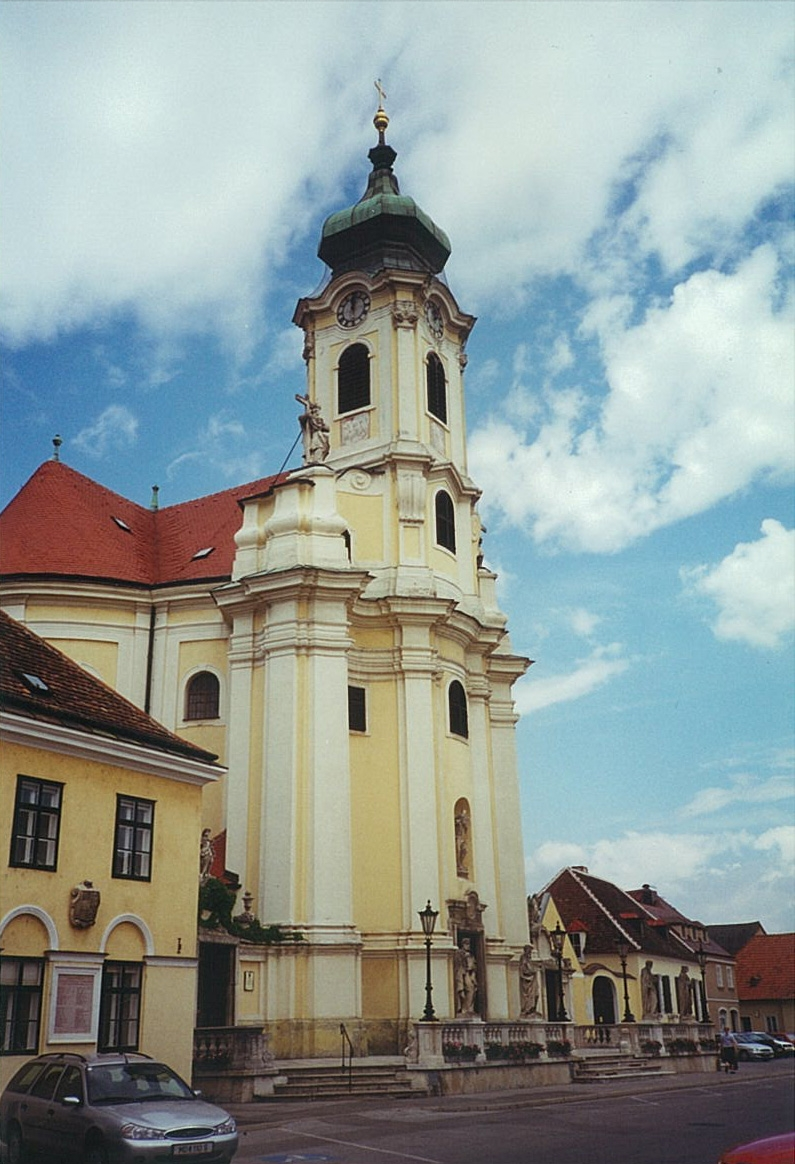
Pfarrkirche Laxenburg
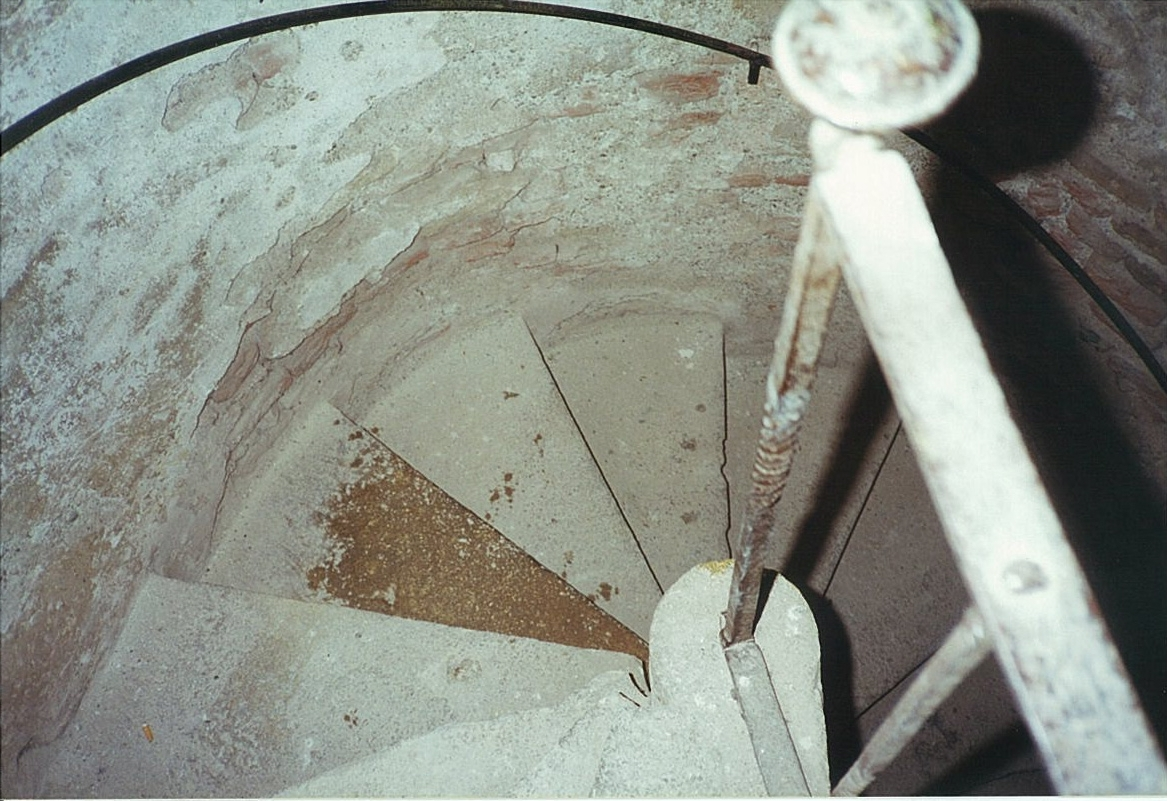
Wendeltreppe

Architekt war vermutlich Carlo Antonio Carlone von 1693 bis 1703, die Bauleitung hatte Christian Alexander Oedtl. Die Bauphase bis 1724 leitete Matthias Steinl. Steinmetzarbeiten führte Meister Johann Wieser aus Kaisersteinbruch mit hartem Kaiserstein aus. 1722 wird die Schneckenstiege zum Chor von Meister Hans Wieser errichtet. Über die Bauarbeiten gibt es kaum Unterlagen.

## Kaiserstein für Prinz Eugen von Savoyen in seinem Winterpalais

### Treppen erhielten durch das Zeremoniell eine weitere Sinngebung
Treppen, die jahrhundertelang nur eine der Stockwerksverbindung dienende, technische Notwendigkeit waren, erhielten durch das Zeremoniell eine zusätzliche Funktion und neue Sinngebung. Nicht nur die Gestaltung der Treppen wurde nachhaltig bestimmt, sie konnten sich vom untergeordneten architektonischen Bauteil zu einem für das gesellschaftliche Leben wichtigen Bestandteil der ganzen Anlage entwickeln.
Das Zeremoniell kreiste um zwei Dinge: den offiziellen Empfang von Gästen von Rang und die Aufwertung der Person des Gastgebers. So wurde Ankunft und Empfang von Gästen zu einem prunkvollen Schauspiel.
Die Treppenanlagen mit ihrer großen Anzahl von Stufen waren ideal dazu geeignet, die Hierarchie der gesellschaftlichen Ränge zu verdeutlichen. Der Besucher wurde seinem gesellschaftlichen Rang gemäß empfangen.

### Erste Bauperiode
1695 – die erste Bauperiode mit Johann Bernhard Fischer von Erlach, er wird der Architekt des zu höchstem Ruhm aufsteigenden Helden dieser Jahre, eben des Prinzen Eugen von Savoyen. Die Verbindung beider war durch den Hofkanzler, Graf Heinrich Strattmann zustande gekommen (Palais Strattmann 1692).
Für Prinz Eugen begann Fischer in diesen Jahren den herrlichen Palast in der Himmelpfortgasse mit dem unvergleichlichen Stiegenhaus zu bauen.
- 17. Mai 1697 Prinz Eugen schrieb an den Wiener Magistrat … das Thor der vorfallenden Notthurft halber etwas hinaus auf die Gaßen zu führen … ich mit meinem Bauwerckh befürdert werden möge …[84]
- Am 3. Juni 1697 wurde der Bauconsens erteilt. Den Entwurf für den Neubau hatte Fischer geliefert, die Bauführung übernahm der Maurermeister Andrea Simone Carove.

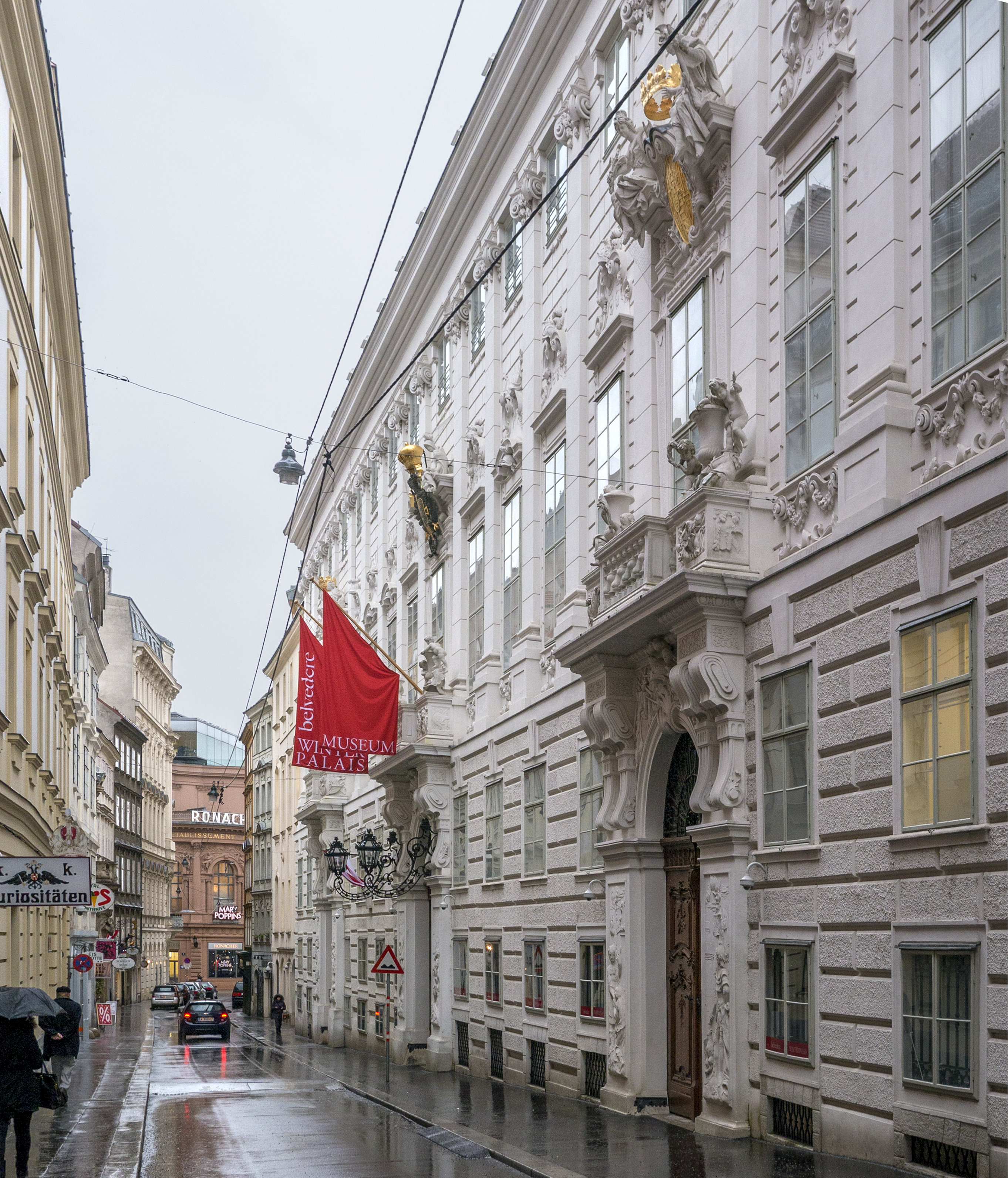
Fassade des Palais
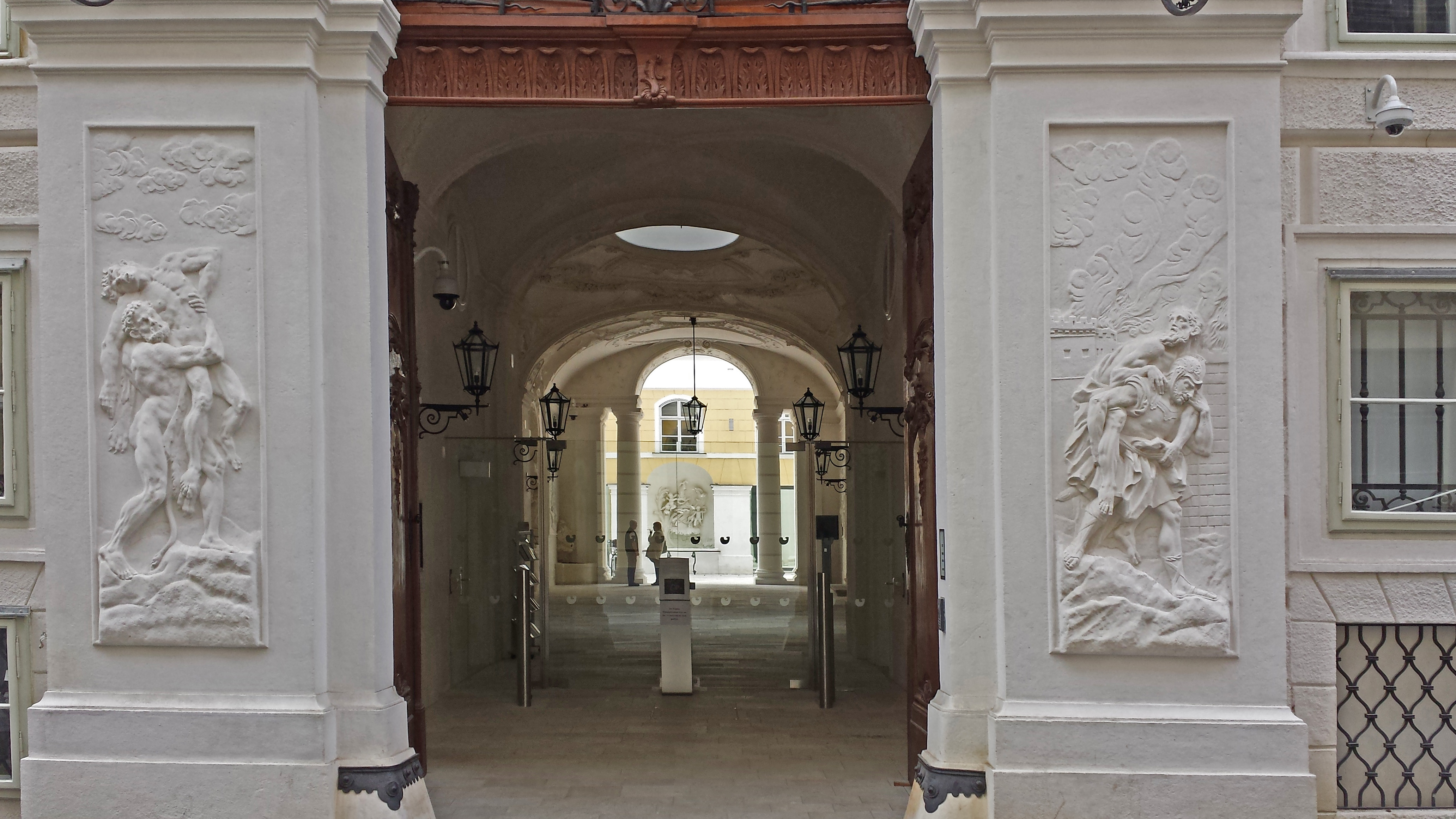
Portalreliefs Kaiserstein
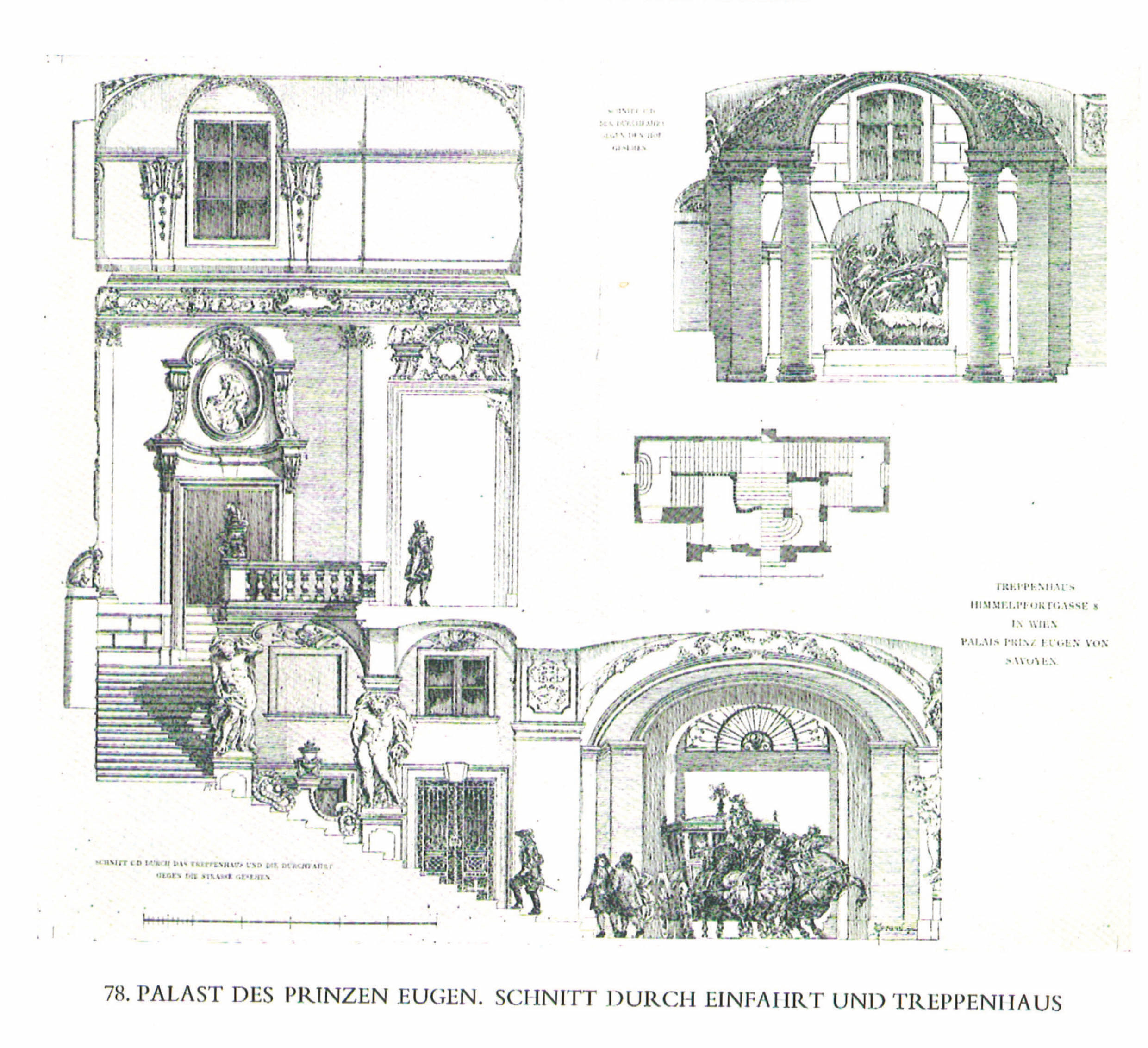
Schnitt durch Einfahrt und Treppenhaus
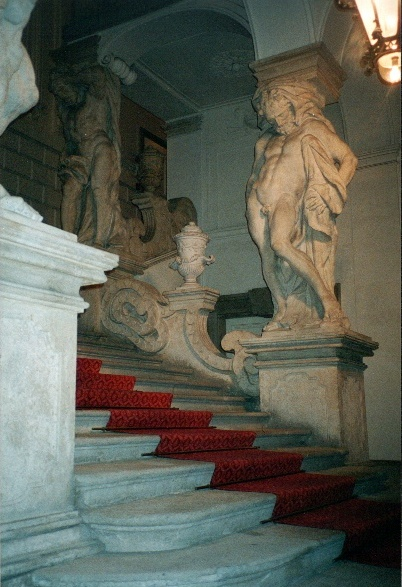
Die ersten Stufen
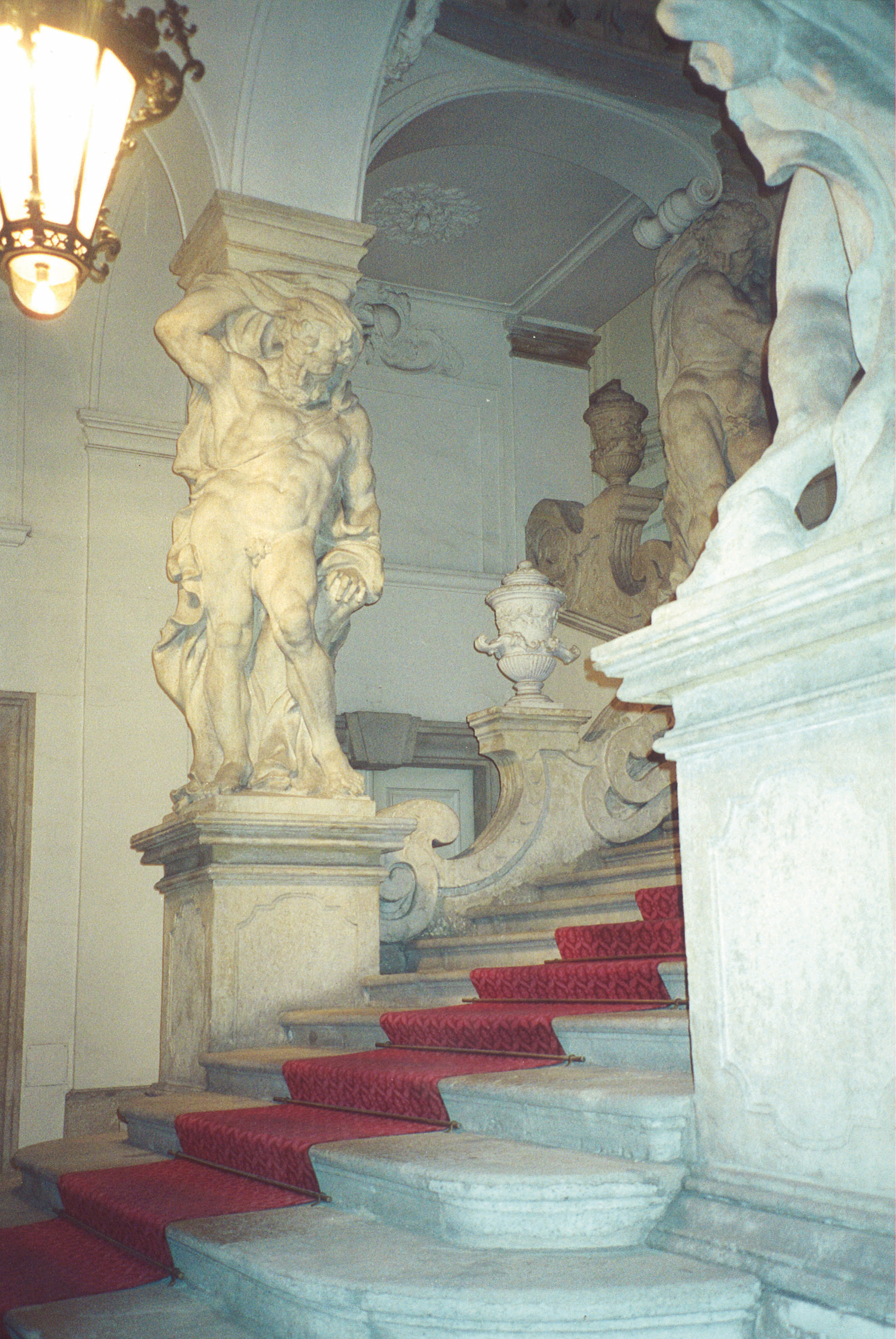
Die andere Seite
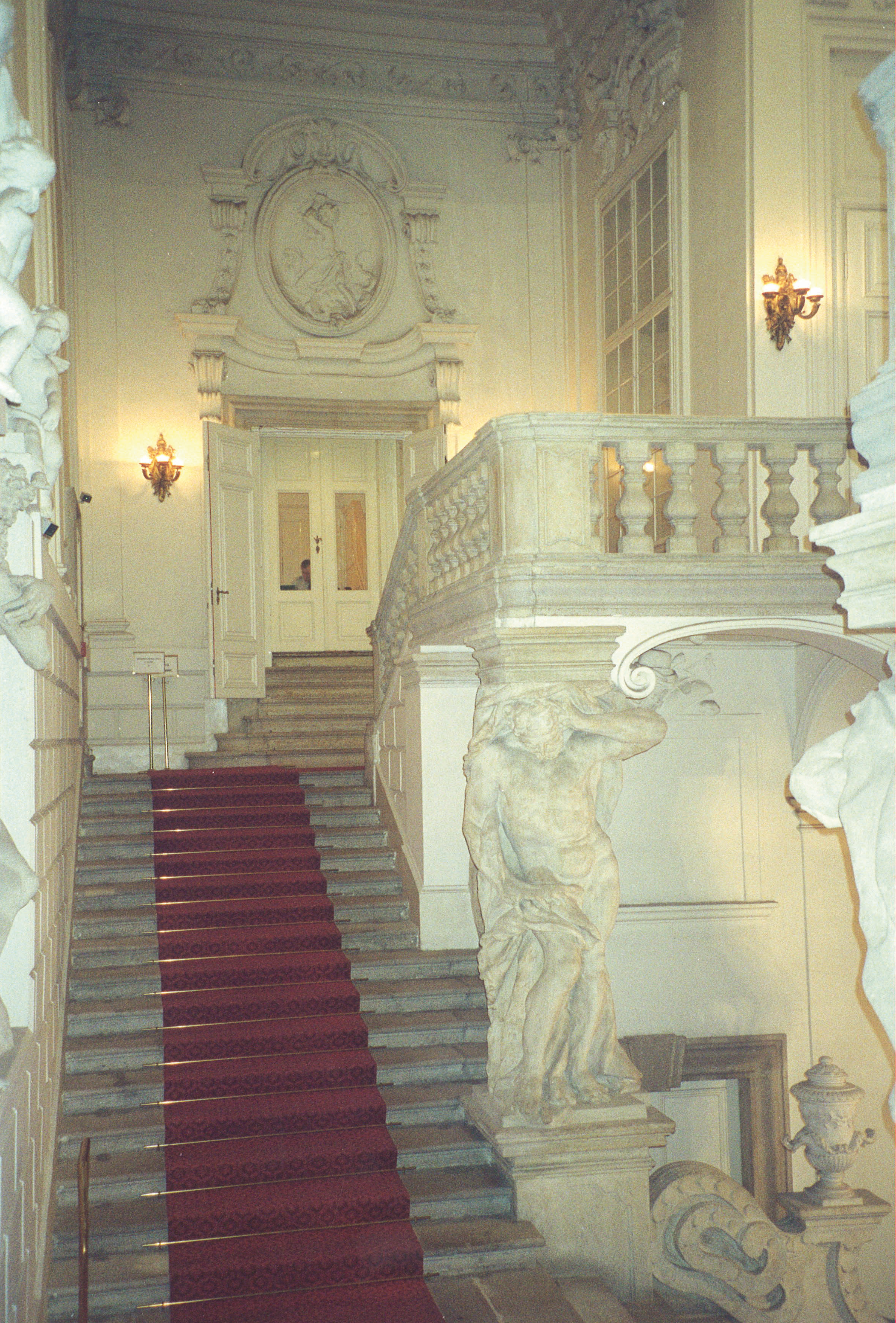
Treppenende
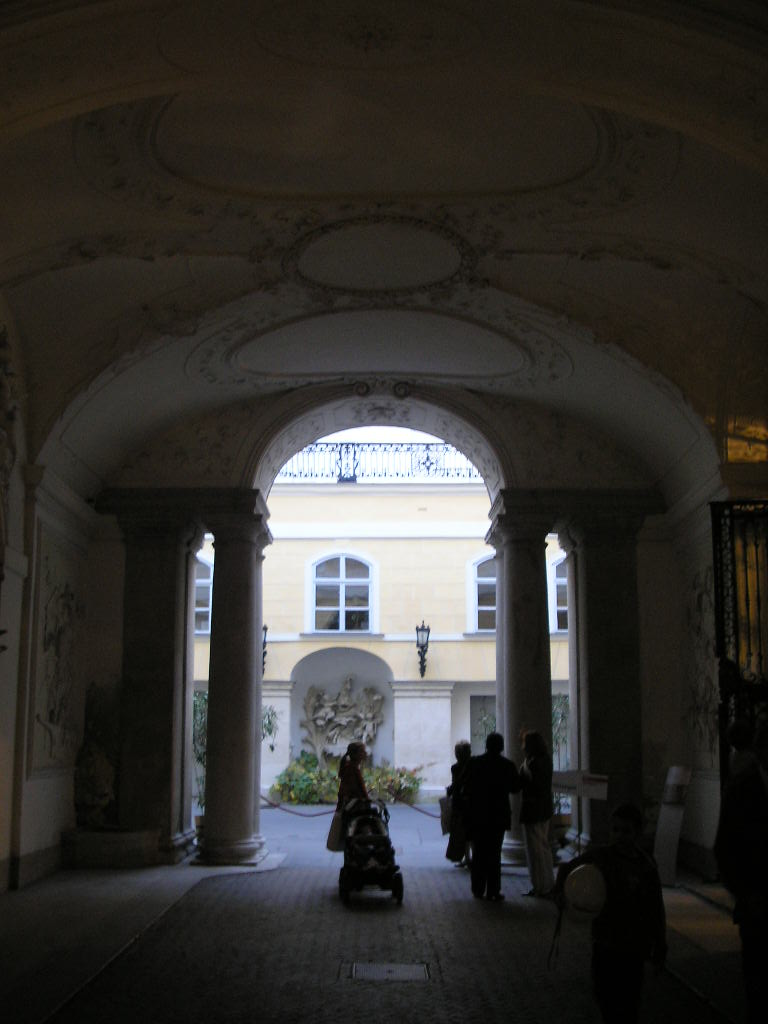
Säulen Kaiserstein
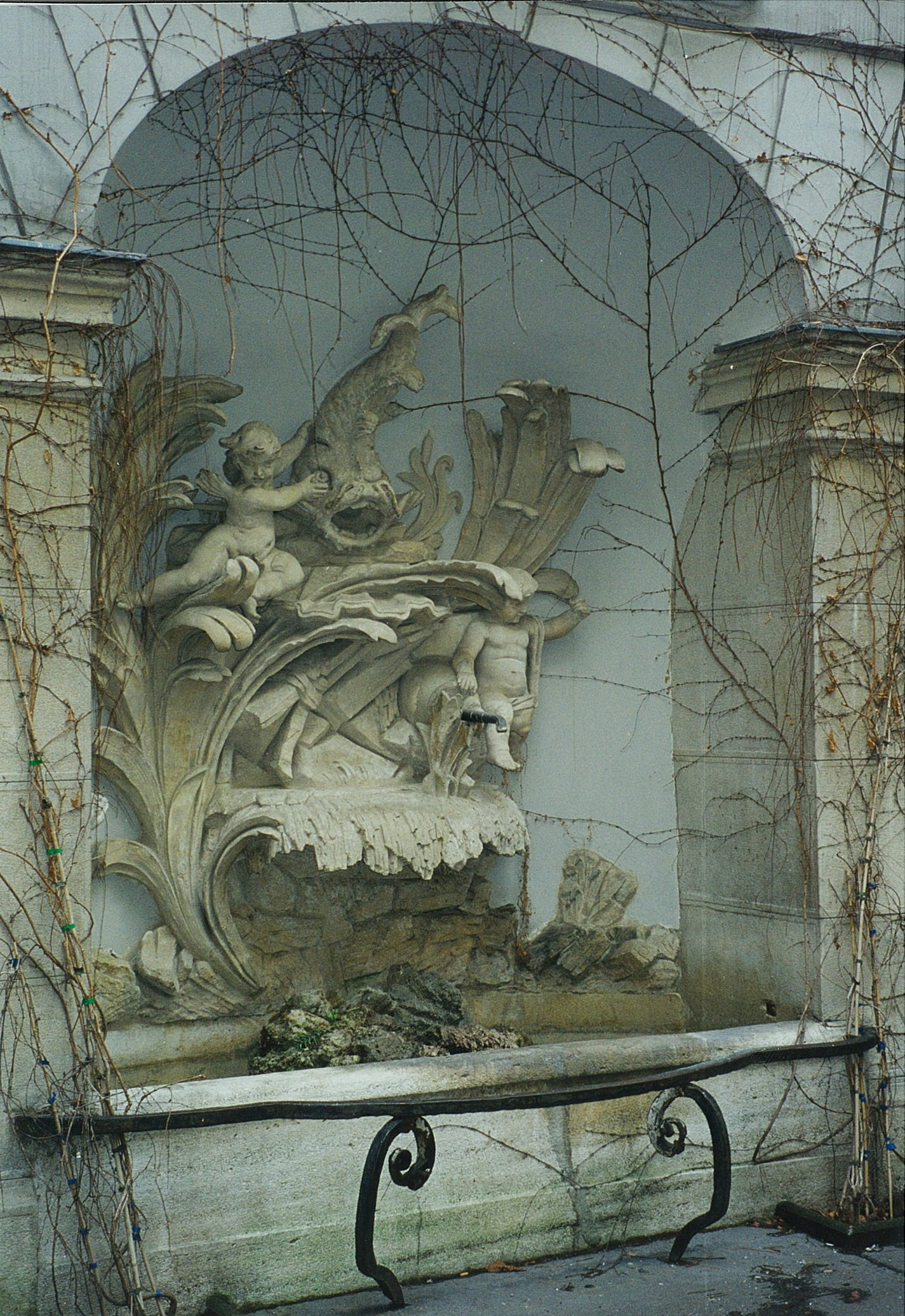
Hofbrunnen

Steinmetzarbeiten durch Johann Thomas Schilck, Steinmetzmeister, für das große Tor mit Bildhauerarbeit (Lorenzo Mattielli) 1.600 fl, für 7 marmorne Türstöcke 800 fl, sonstiges 5.476 fl, zusammen 7.876 fl.
Johann Thomas Schilck stammte von Eggenburg, lernte dort das Handwerk beim berühmten Meister Wolfgang Steinböck, er verheiratete sich, ab 1692 in Wien mit mehreren Adressen („bei St. Ulrich“, „am Salzgrieß“, …)
- Steinbestimmung mit Andreas Rohatsch – Fassade: Portalreliefs (mit mythologischen Kampfszenen) Kaiserstein
- Blick von der Einfahrt in den kleinen Hof: Türsteine Kaiserstein, Nische mit Wassergott Zogelsdorfer Stein, Säulen und Pilaster Kaiserstein, Hofbrunnen (aus späterer Zeit) Becken Kaiserstein, Nischenfiguren Zogelsdorfer Stein.
- Das kunstvoll geschmiedete Tor leitet zur Prunkstiege: Stufen Kaiserstein, Atlanten (Giovanni Giuliani), Brüstung mit Vasen, Balustraden, Türfassungen im Obergeschoß Zogelsdorfer Stein.

In zwei Erweiterungsstufen mit Architekt Johann Lucas von Hildebrandt 1708/09 und 1723/24, möglich durch den Zukauf von Nachbarhäusern, erhielt der Palast sein endgültiges Aussehen und das Treppenhaus rückte damit in die repräsentative Mitte.

## Kaiserstein für Graf Ernst Rüdiger Starhemberg in seinem Lustgebäude, Schloss Niederweiden
1695 erwarb Graf Ernst Rüdiger Starhemberg den verwüsteten Besitz und beauftragte Johann Bernhard Fischer von Erlach mit dem Bau eines Lustgebäudes. So entstand nahe der ehemaligen Burg Grafenweiden ein zierliches, französisch wirkendes Jagdschlösschen. Mit Ausnahme des mittleren Saaltraktes war es eingeschoßig. Zu ihm führte an der Hofseite eine Freitreppe empor. Die Seitentrakte waren mit Flachdächern versehen.
1725 wurde es samt dem Dorf Niederweiden von Prinz Eugen erworben und mit seiner Herrschaft Schloss Hof vereinigt. Damit war Prinz Eugen der größte Grundherr im Marchfeld.

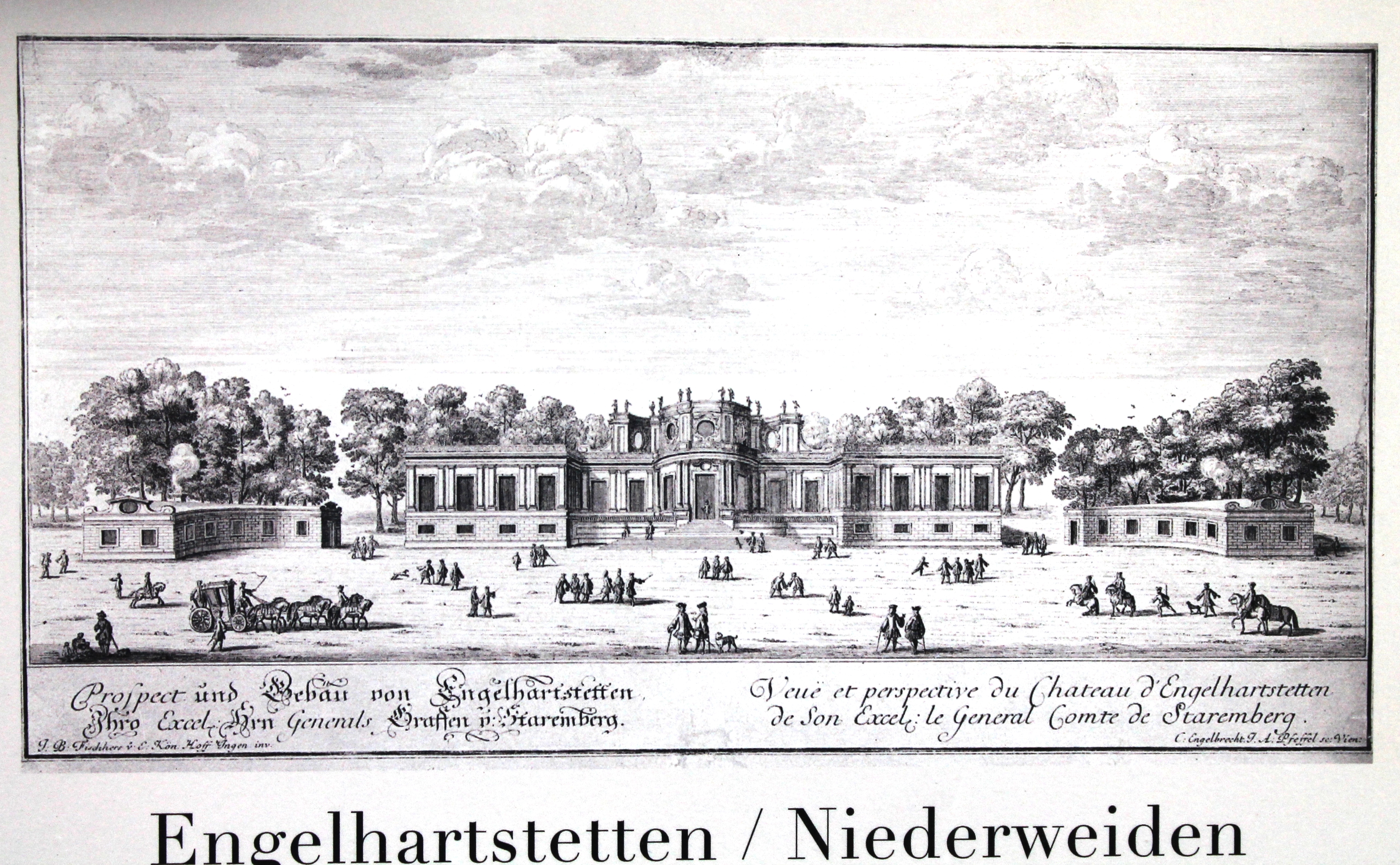
Ursprüngliches Aussehen
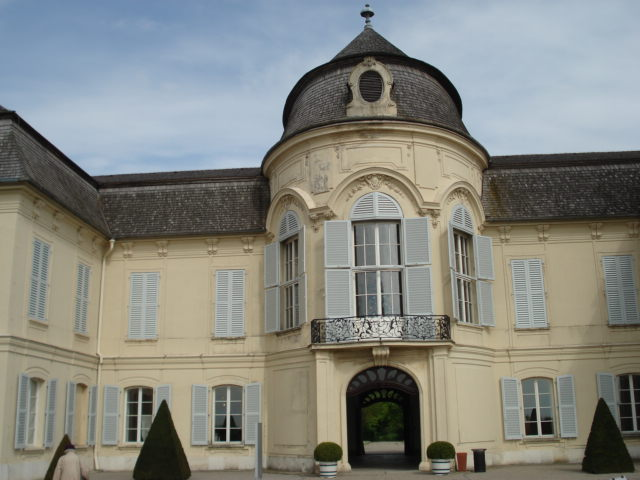
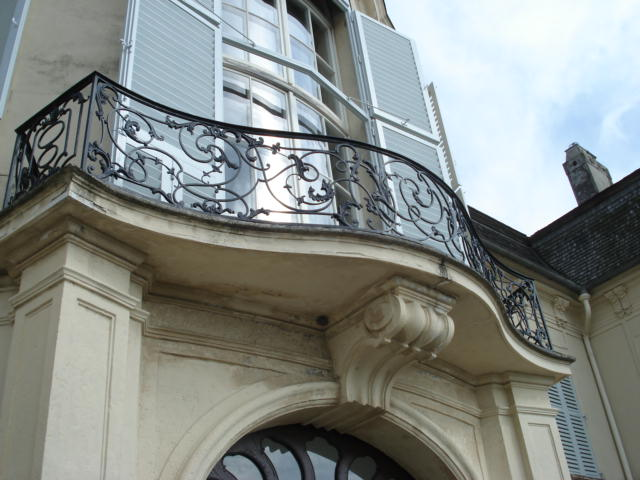
Geschwungener Balkon, Tragstein
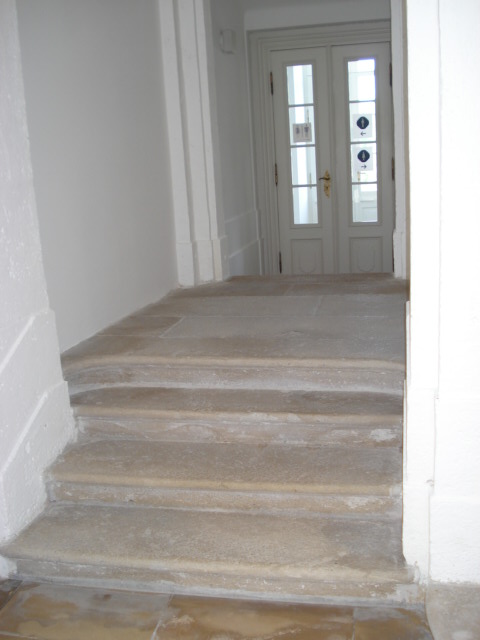
Stufen in den Garten
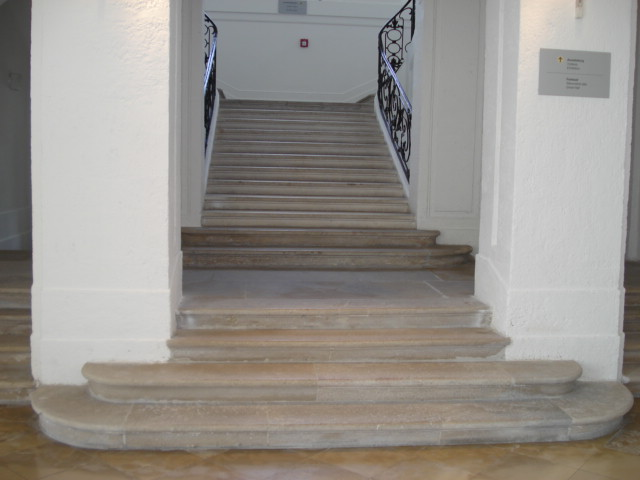
Große Treppe, teilweise Kaisersteinstufen
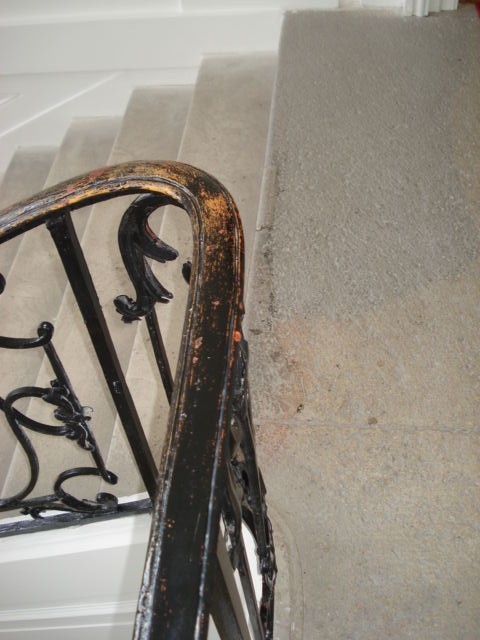
Bodenplatte oben

Prinz Eugens Nichte und Universalerbin, Prinzessin Viktoria, vermählte sich 1738, also nach seinem Tod, mit Prinz Joseph Friedrich von Sachsen-Hildburghausen. Er erhielt als Morgengabe Schloss Niederweiden und Schloss Hof. In Geldnot geraten, verkaufte er 1755 Niederweiden und Schloss Hof an Maria Theresia, die dem Schloss durch Nicolo Pacassi sein heutiges Aussehen gab. Die bisher eingeschoßigen Seitenteile wurden um ein Geschoß aufgestockt. Dadurch wurde auch ein Treppenhaus notwendig.
Jagdschloss mit querovalem Mitteltrakt und beidseitigen Flügeln, zentrales Eingangstor von zierlichem Balkon bekrönt; schindelgedecktes Mansarddach. Seitliches Stiegenhaus, Hauptsaal mit Wandmalereien, in den Seitentrakten die große ehem. Jagdküche.

## Kaiserstein für die Stadtpfarrkirche zur Allerheiligsten Dreifaltigkeit in Bruck an der Leitha

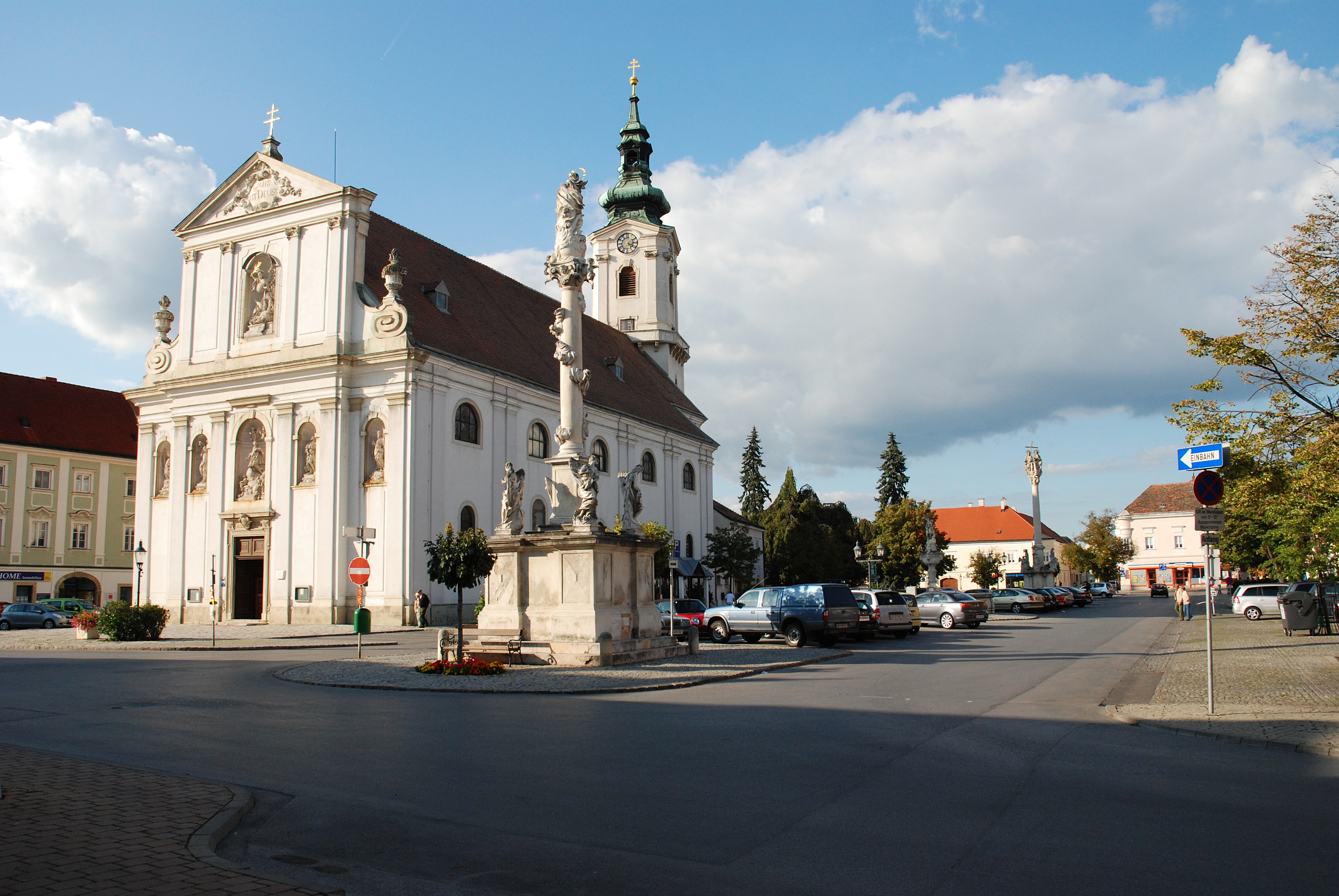
Pfarrkirche Bruck
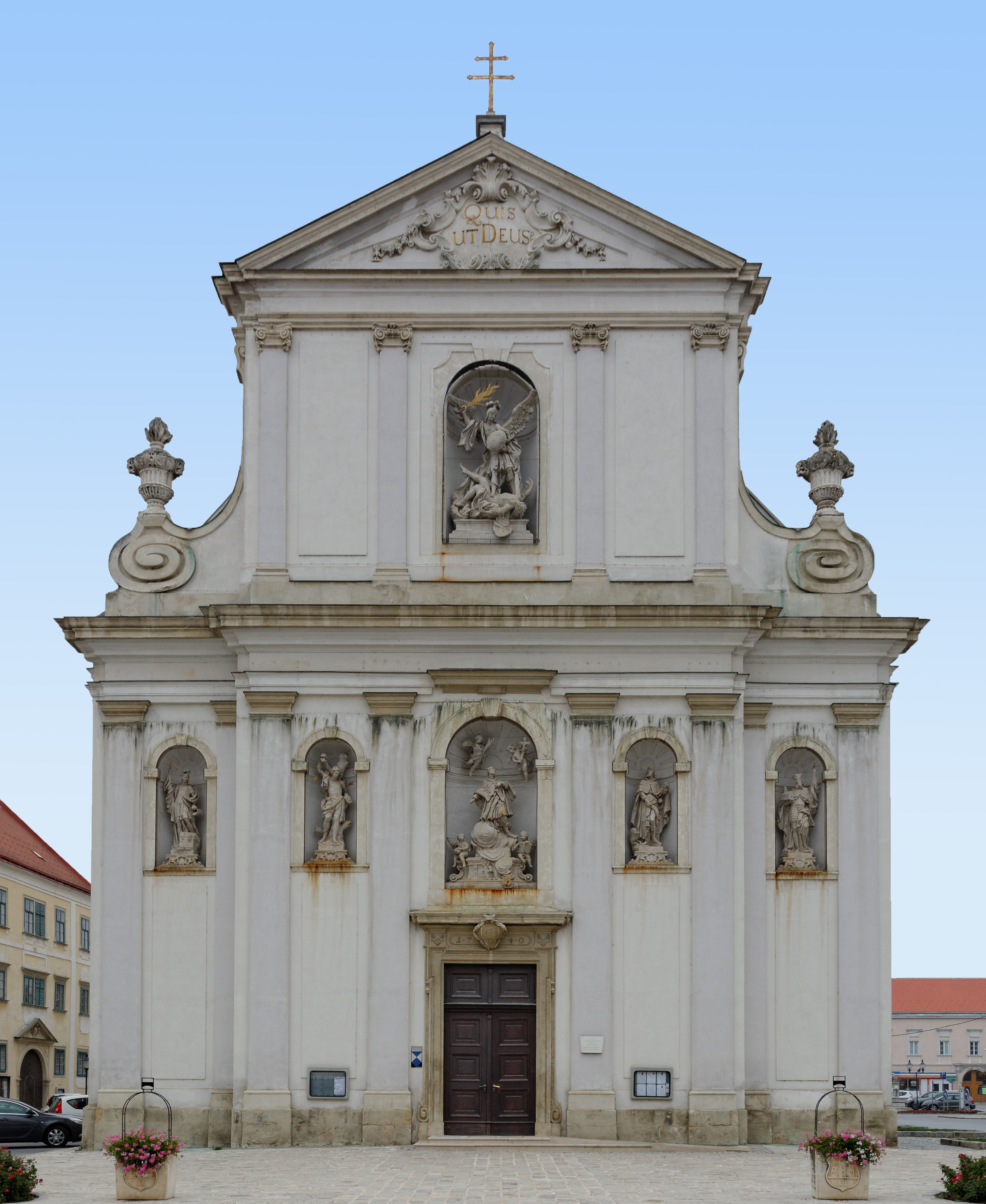
Prunkfassade ab 1738

Die barocke Pfarrkirche Bruck an der Leitha wurde 1696 bis 1702 nach Plänen von Heinrich Hoffmann in Angriff genommen, aber die einfache Stirnseite der Kirche hat dem frommen Sinn und den künstlerischen Anforderungen der Stadtbewohner nicht hinreichend entsprochen. Darum ging man 1738–1742 daran, die Hauptwand in der jetzigen Gestalt zu errichten. Als Steinmetze werden genannt Johann Georg Hügel, Gebrüder Hardtmader, Christoph Kral, Johann Baptist Regondi, u. a.
Sie hatten die breiten Steingesimse, Nischen, Standsäulen und Torverzierungen angefertigt. Der Statuenschmuck an der Hauptfassade stammt von Anton von Endt, Johann Georg Werner und Martin Vögerl. Die Steinmetze und Bildhauer konnten ihre großen Fähigkeiten zeigen – ein Kunstwerk war entstanden. Die Bauleitung hatte Johann Georg Windpässinger.

## Kaiserstein für das Alte Harnisch- oder Ungarisches Haus

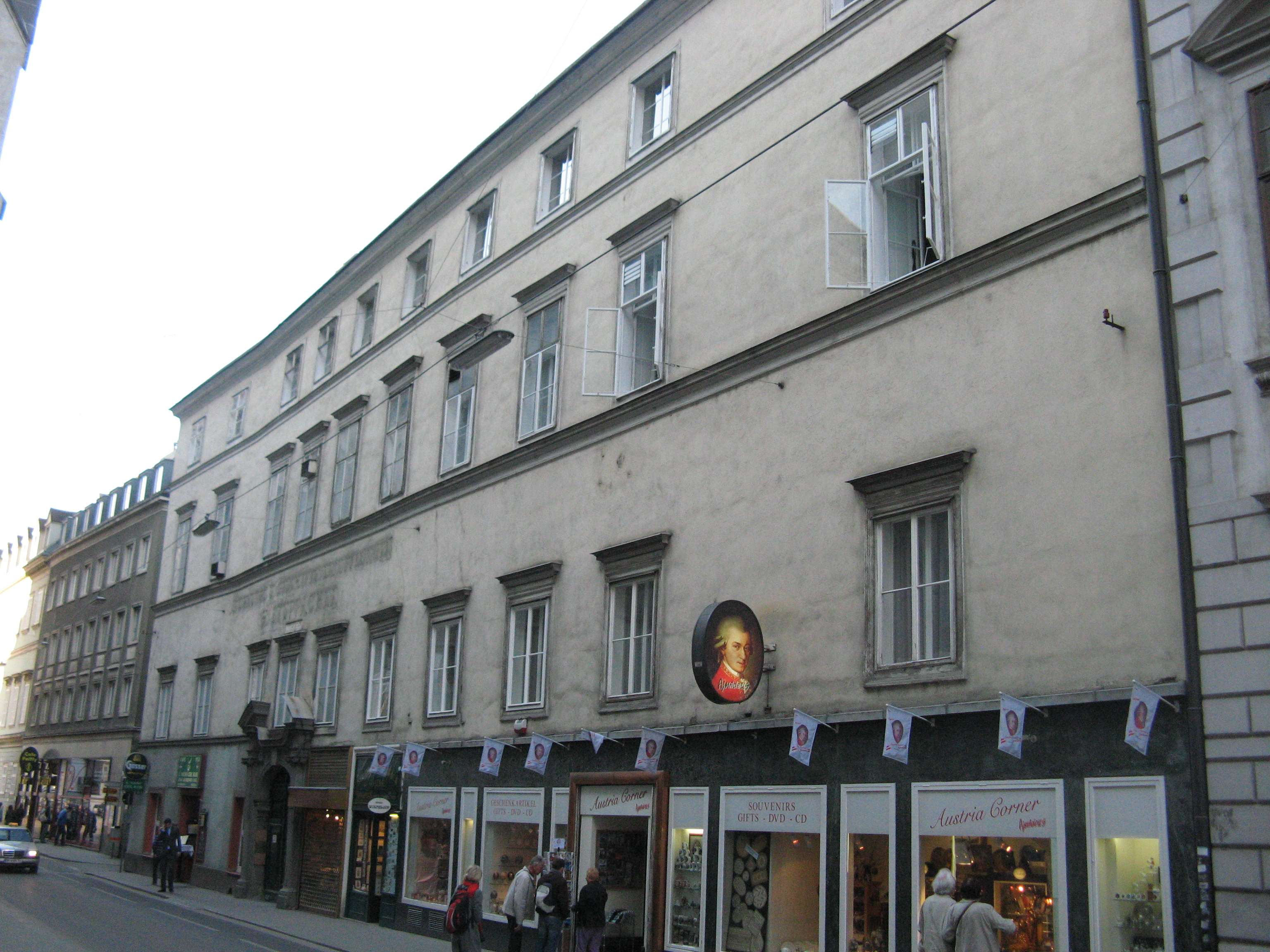
Ungarisches Haus
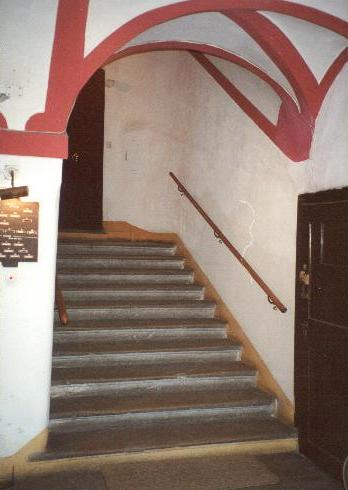
Kaisersteinstiege

An der Ecke Augustinerstraße zur Dorotheergasse wird 1313 ein landesfürstliches Zeughaus mit Pulvermagazin erwähnt. Nach einer Schenkung durch König Matthias Corvinus war es 1488 bis 1531 im Besitz des Dorotheerklosters. Ab 1650 gehörte es Franz III. Nádasdy, nach seiner Enthauptung Besitz der Krone, ab 1696 der Familie Orsini-Rosenberg, in deren Zeit es erweitert und die hochbarocke Fassade errichtet wurde. 1753 erwarb Fürst Lobkowitz das Gebäude als Miethaus und Gasthaus der Stadt Brünn.
- Die Stiege links angestrichen (gesehen im Jahre 2000), rechts aus Kaiserstein.[88]

## Kaiserstein für Fürst Johann Adam Andreas Liechtenstein, die Lichtentaler Kirche

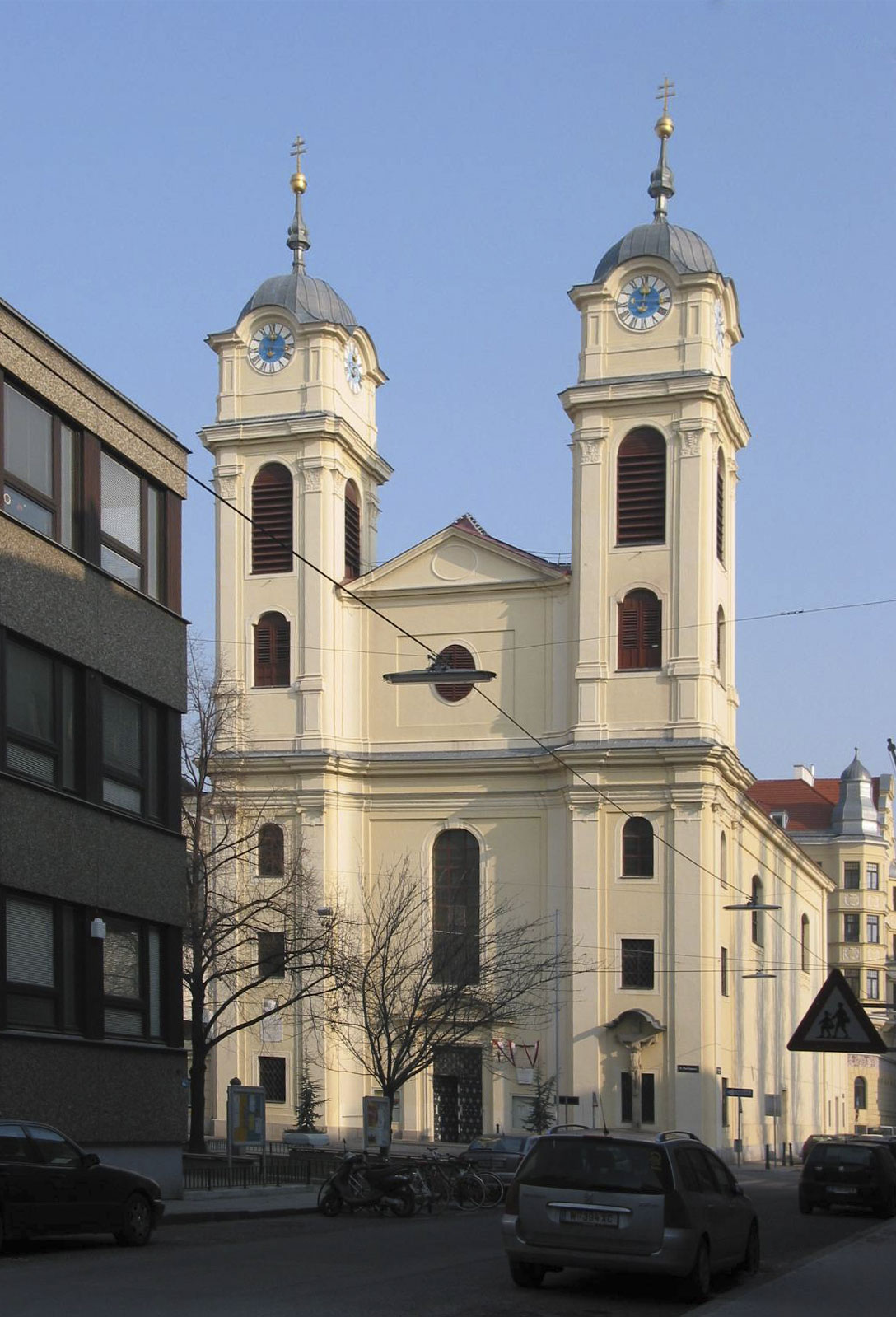
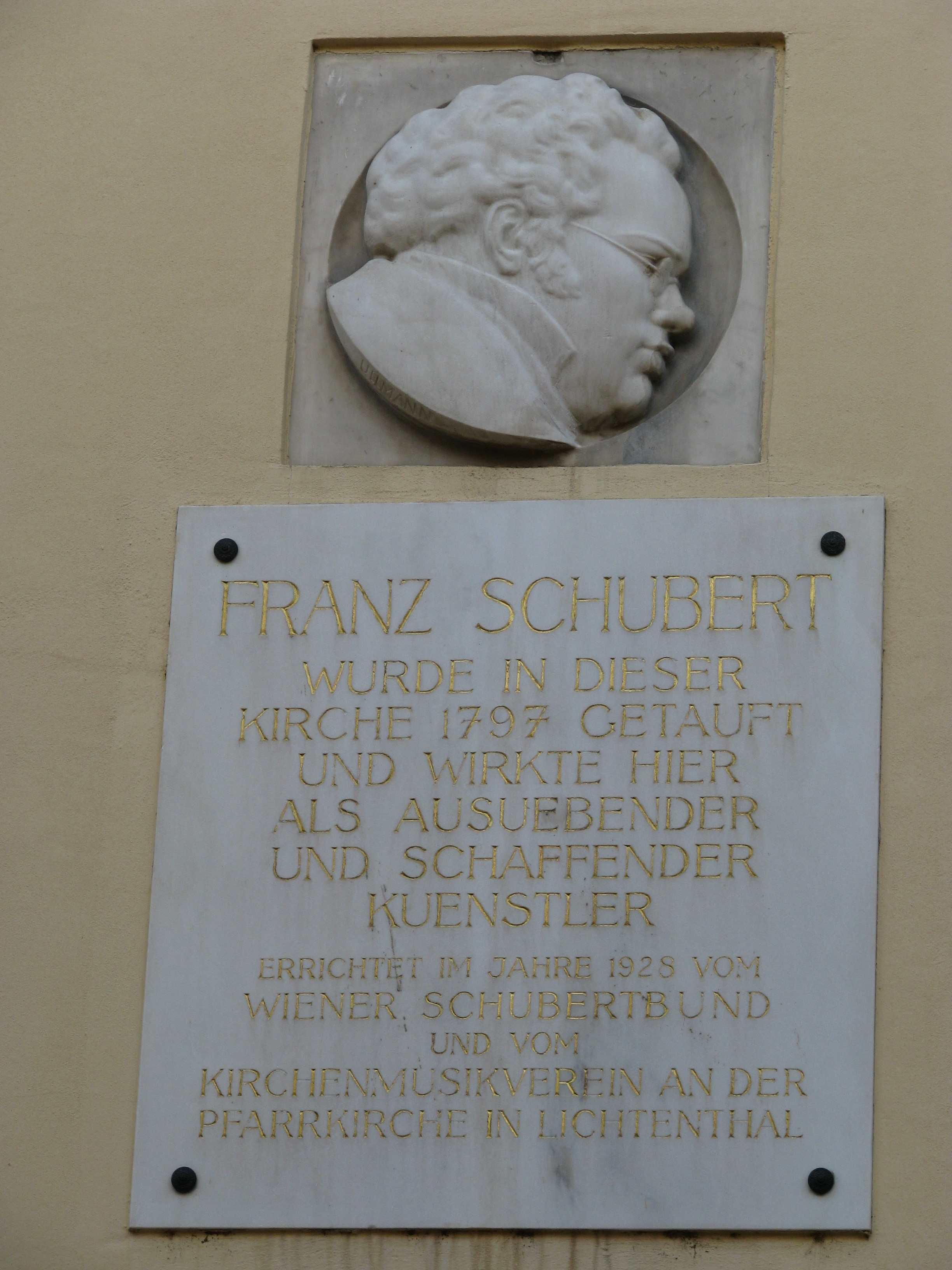
Schubert

Die Lichtentaler Pfarrkirche in der Marktgasse bei 40 wurde vor allem durch die Freigebigkeit von Fürst Johann Adam Liechtenstein ermöglicht, er begründete Ende des 17. Jahrhunderts das Lichtental. Kaiser Karl VI. legte 1712 den Grundstein, 1718 war die Kirche weitgehend vollendet, eine Saalkirche mit 2 Türmen.
1769/1770 wurden nach Plänen des Hofbaudirektors Thaddäus Adam Karner unter Mitwirkung des fürstlich Liechtensteinschen Baumeisters Josef Ritter und des Maurermeisters Leopold Großmann ein Vergrößerungsbau samt einer Neueinwölbung durchgeführt. Eine Gedenktafel (mit Relief von Bildhauer Robert Ullmann) erinnert daran, dass Franz Schubert in dieser Kirche getauft wurde.
Drei Wendeltreppen mit Kaisersteinstufen.

## Kaiserstein für Reichsfürst Franz Mansfeld, Fürst Fondi im Gartenpalais, später Palais Schwarzenberg

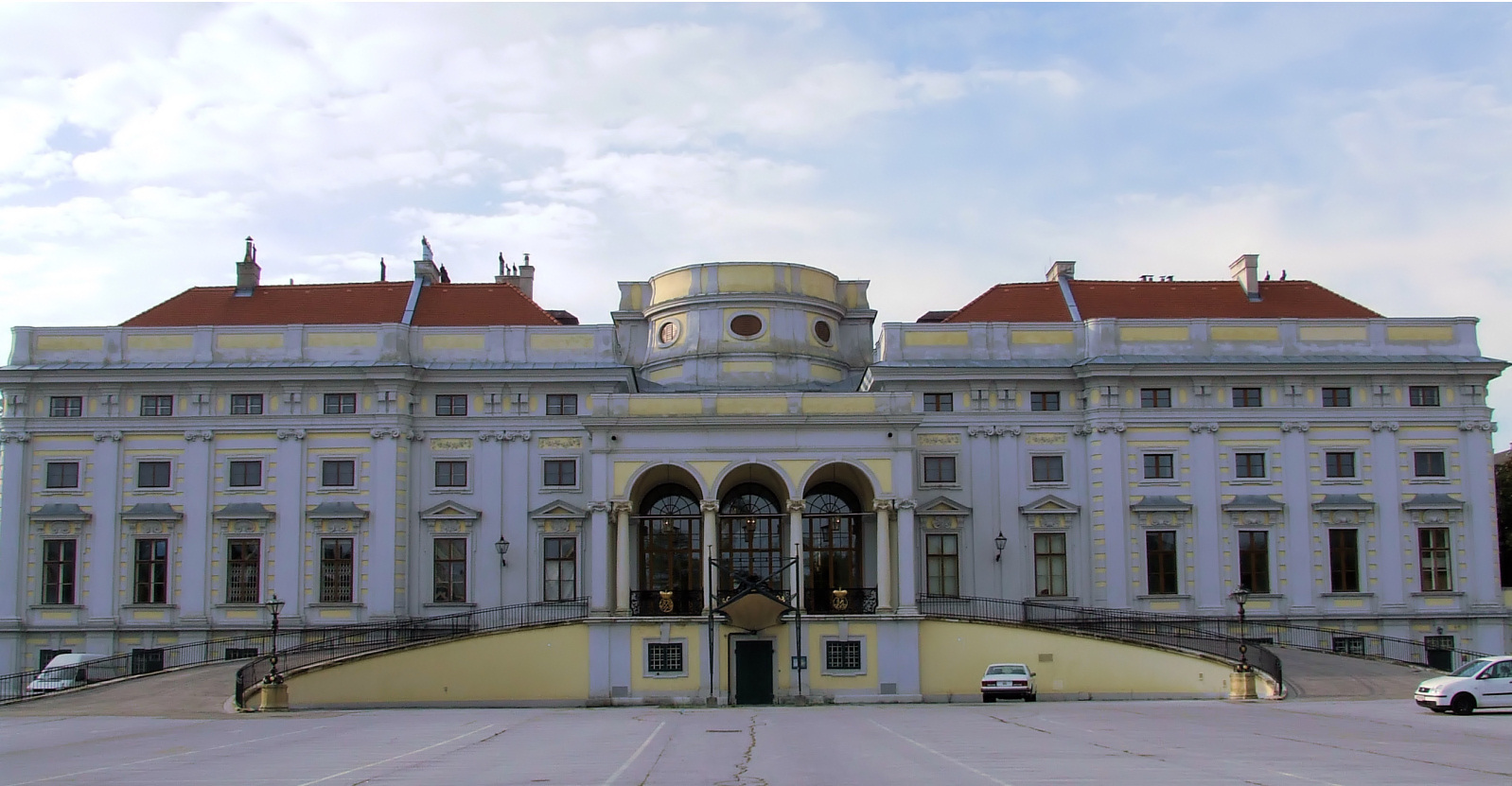
Palais Schwarzenberg

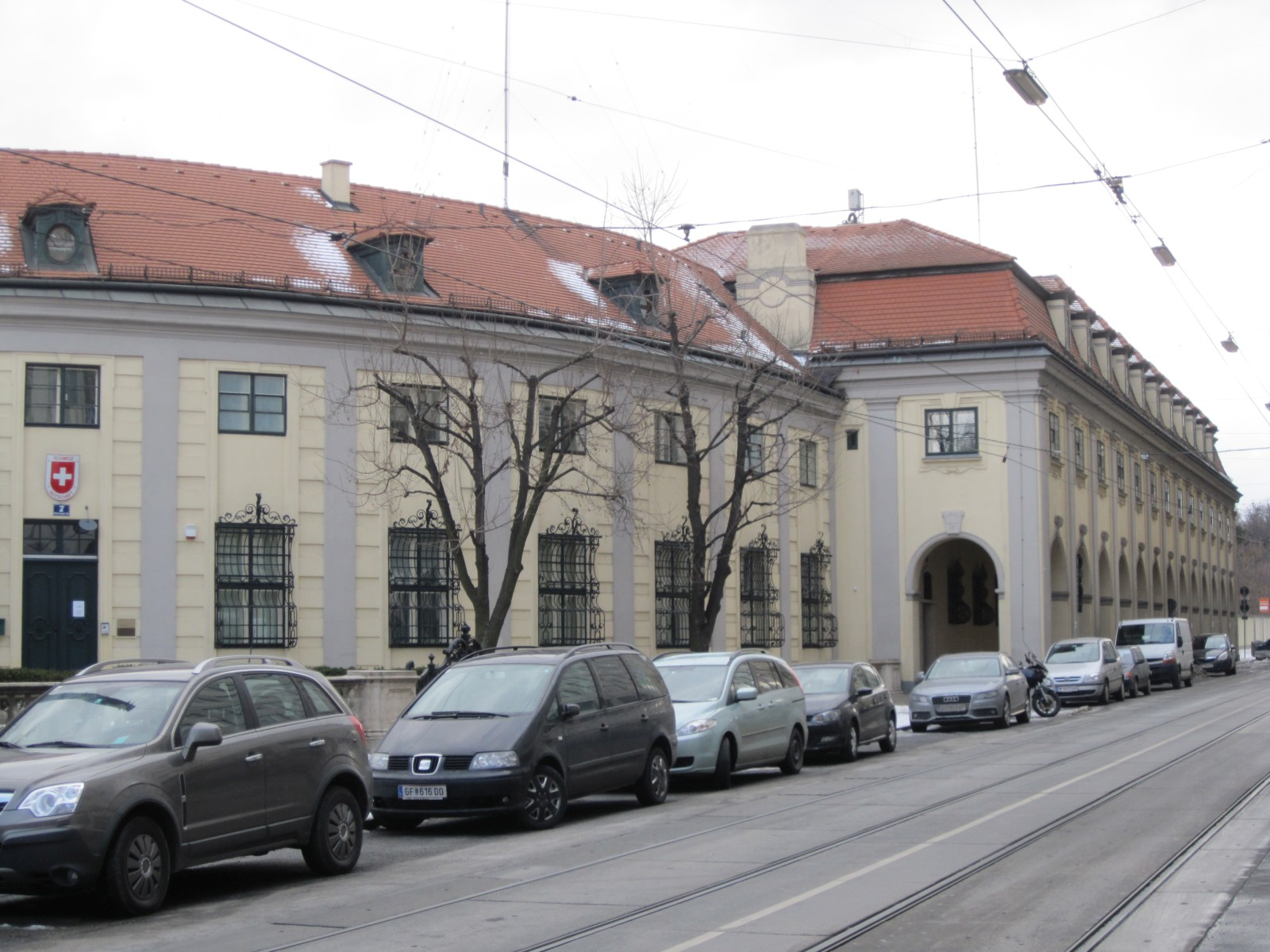
Schwarzenberghäuser Prinz-Eugen-Straße

Heinrich Franz von Mansfeld, Reichsfürst und Fürst von Fondi, Feldmarschall, als Hofkriegsratspräsident (ab 1701) trat er wiederholt als Gegner des Prinzen Eugen auf. Er ließ sich von Johann Lucas von Hildebrandt ab 1697 ein Lustschloss mit Garten errichten, das nach seinem Ableben († 1715) von Fürst Adam Franz Schwarzenberg erworben wurde und als Schwarzenbergpalais ein wichtiges Wiener Baudenkmal ist. Er vollendete den Bau, hofseitige Nebengebäude.
Für die Schwarzenberghäuser an der Heugasse (ab 1911 Prinz-Eugen-Straße) sind Lieferungen aus dem Ödenkloster- (Wald) Bruch in Kaisersteinbruch dokumentiert. Zwei Wendeltreppen mit schönen Kaisersteinstufen konnten besichtigt werden.

## Kaiserstein für Carl Freiherr von Häckelberg, später Palais Gatterburg

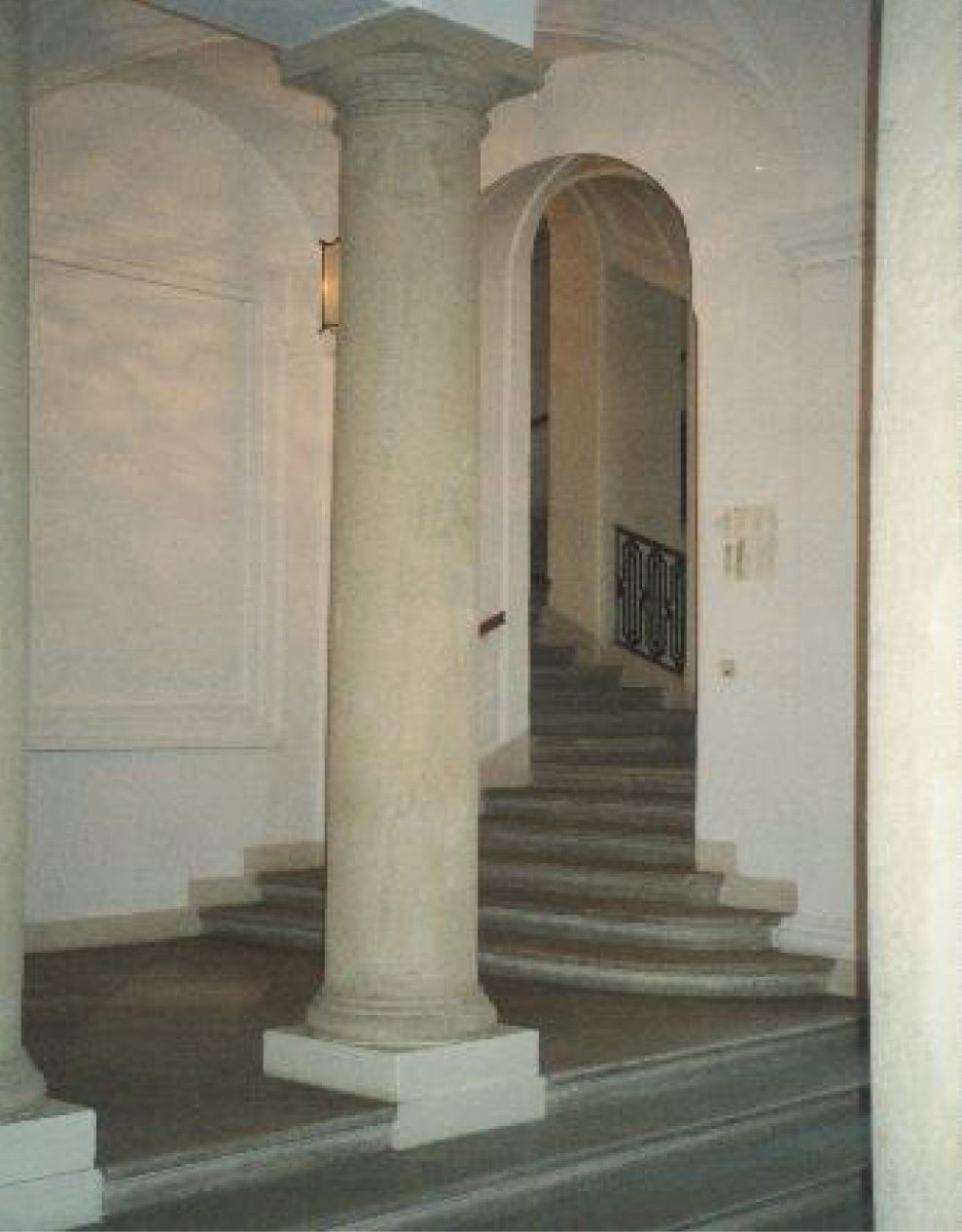
Säulenvestibül

Carl Freiherr von Häckelberg ließ 1698 von Christian Alexander Oedtl in der Dorotheergasse 12 ein Palais errichten.

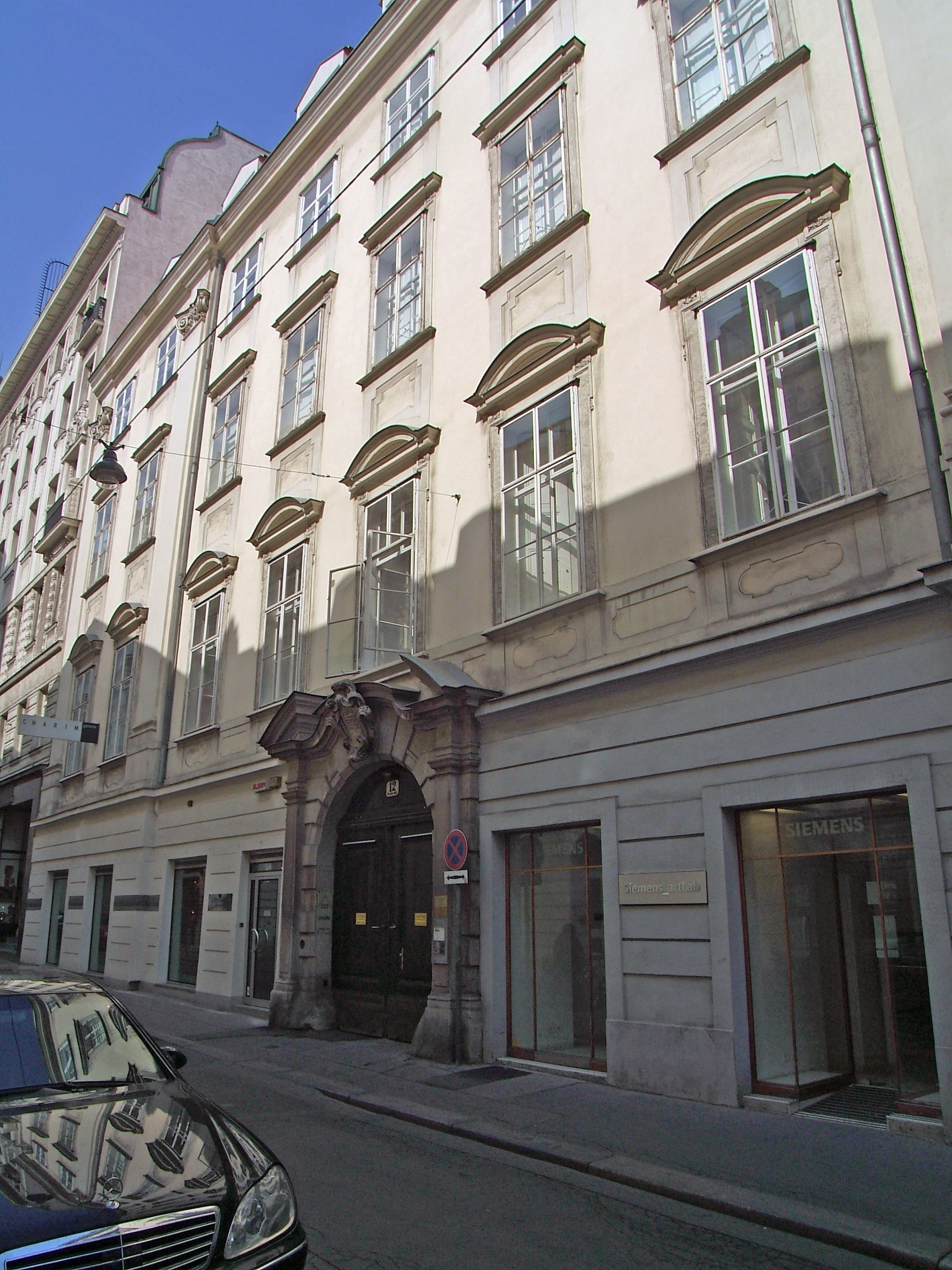
Palais Gatterburg
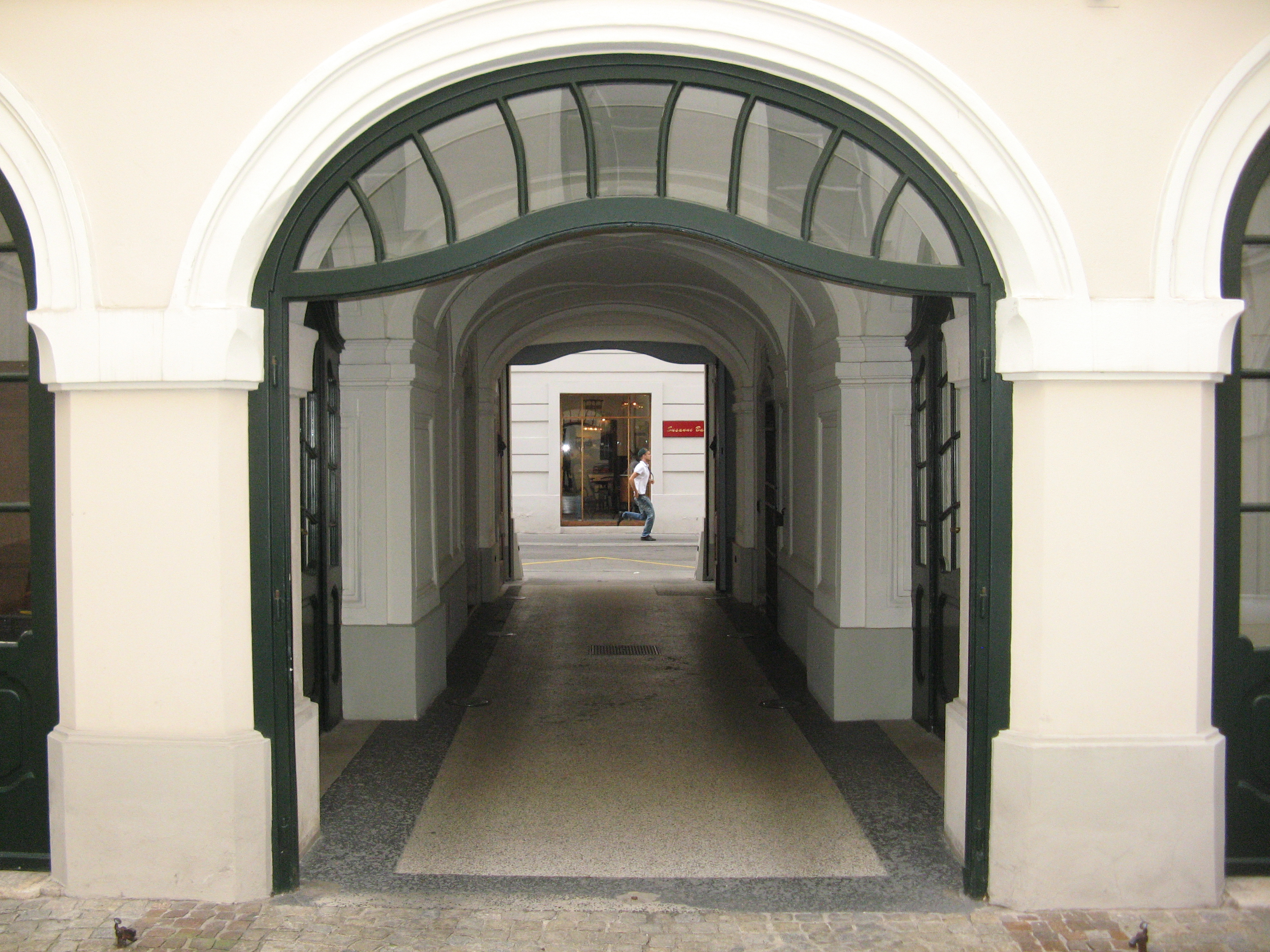
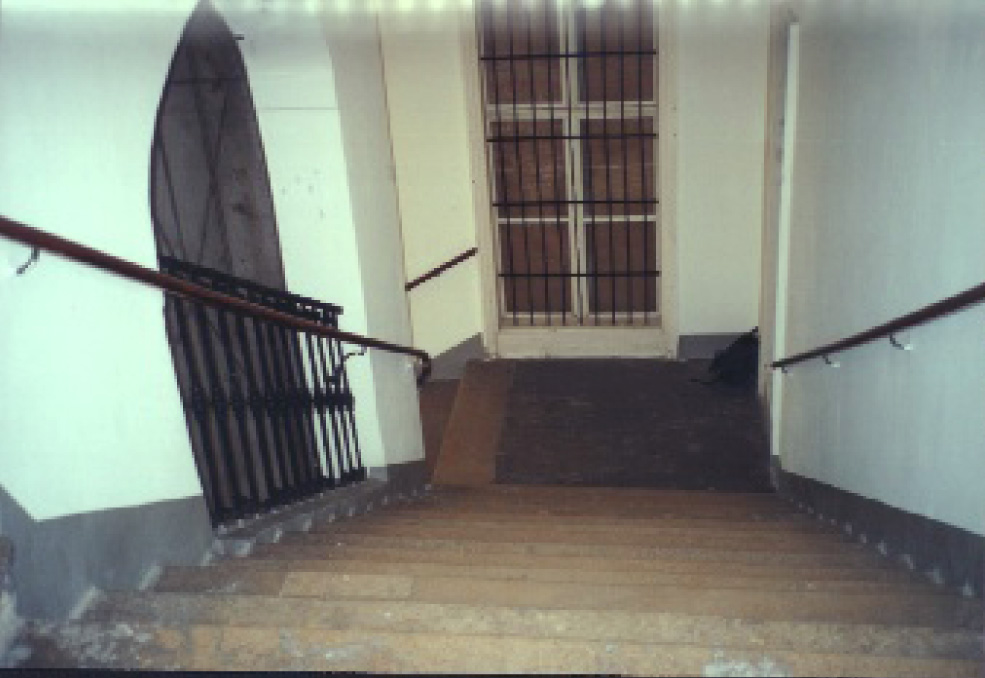
Stiege mit Kaisersteinstufen

1710 kam das Palais in den Besitz der Grafen Gatterburg. 1781 wurde die Freimaurerloge „Zur wahren Eintracht“ gegründet, die ihren Sitz im Palais bis 1985 hatte. Wohn- und Sterbehaus von Ignaz Edler von Born (Pseud. Johannes Physiophilus † 1791), Meister vom Stuhle.
In der Einfahrt links zur Stiege aus Kaiserstein mit blauen Einsprengungen.

## Kaiserstein für Feldmarschall Enea Silvio Graf Caprara in seinem Palais in der Wallnerstraße

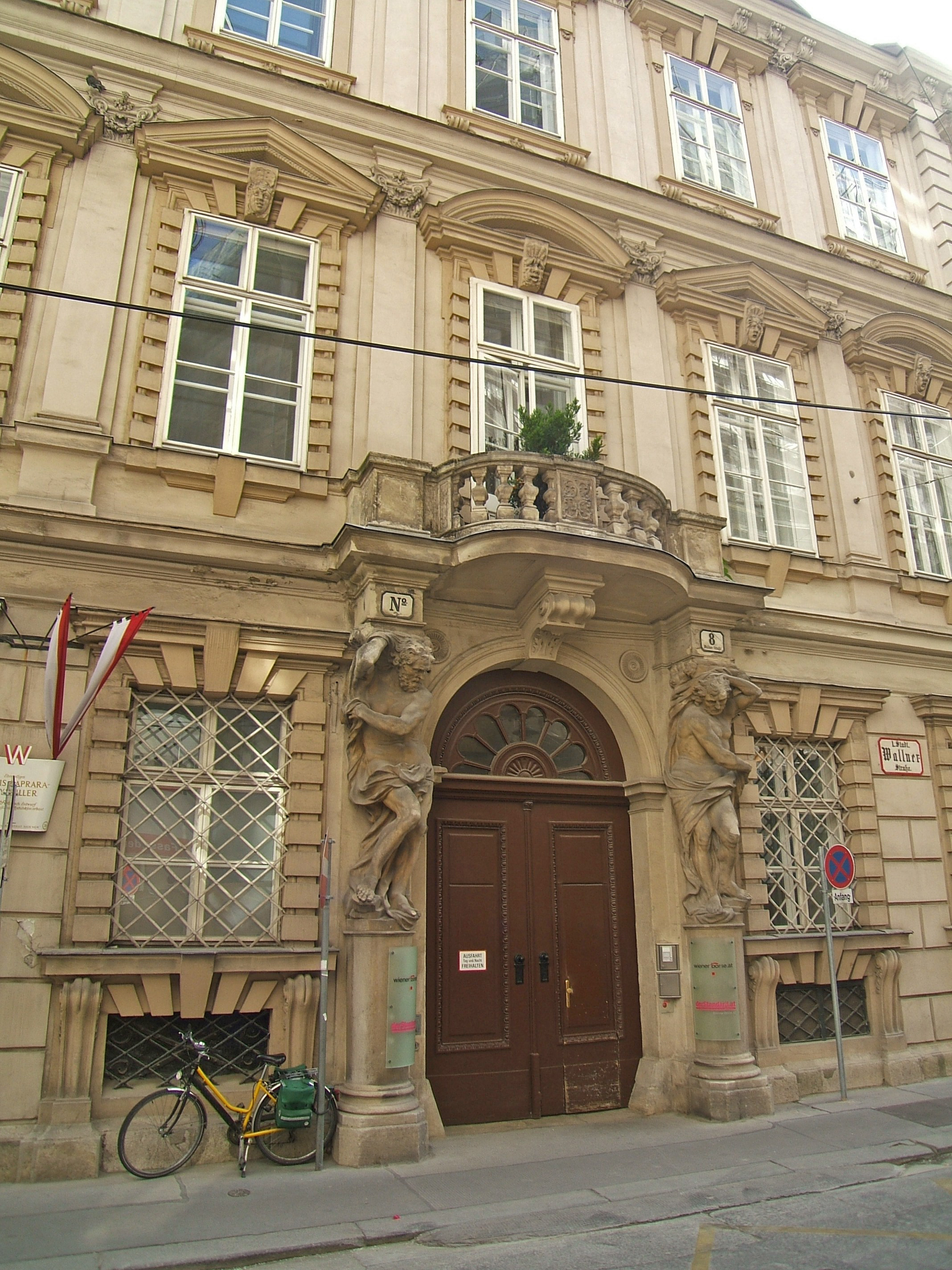
P. Caprara Geymüller

Der Feldmarschallleutnant, Vizepräsident des Hofkriegsrates Graf Enea Silvio Caprara ließ 1698 an der Stelle eines alten Gebäudes von Domenico Egidio Rossi ein Palais erbauen.
Anfang des 18. Jahrhunderts gab es bauliche Veränderungen wie das Portal mit den Atlanten. Nach mehrfachem Besitzerwechsel kam das Palais 1798 an die Bankiers Johann Heinrich und Jacob Geymüller, die das Innere im Empirestil erneuern ließen.
Der einschiffige Durchgang erweitert sich zu einem quergelagerten Säulenvestibül, das sich in fünf Arkaden zum Hof öffnet. Das heutige Erscheinungsbild der Treppe ist durch die Umgestaltung im Empirestil geprägt. Die Stufen dieser dreiarmigen Stiege bestehen aus Kaiserstein mit blauen Einsprengungen.

## Kaiserstein für den Piaristenorden im Kollegium, danach im Kirchenbau Maria Treu in Wien-Josefstadt
Kaiser Leopold I. forderte die Piaristen auf, mit ihrem geregelten Schulwesen in Wien tätig zu werden. 1697 wurde ein entsprechendes Grundstück erworben; im Jahr darauf nahm der Kaiser die Grundsteinlegung vor. Dieses erste Projekt mit dem ehrenhofartigen Kollegium und der (heutigen) Schmerzenskapelle errichteten Bauführer Simon Andreas Carove, Polier Donato Felice d’Allio, Steinmetzmeister Sebastian Regondi aus dem kaiserlichen Steinbruch.

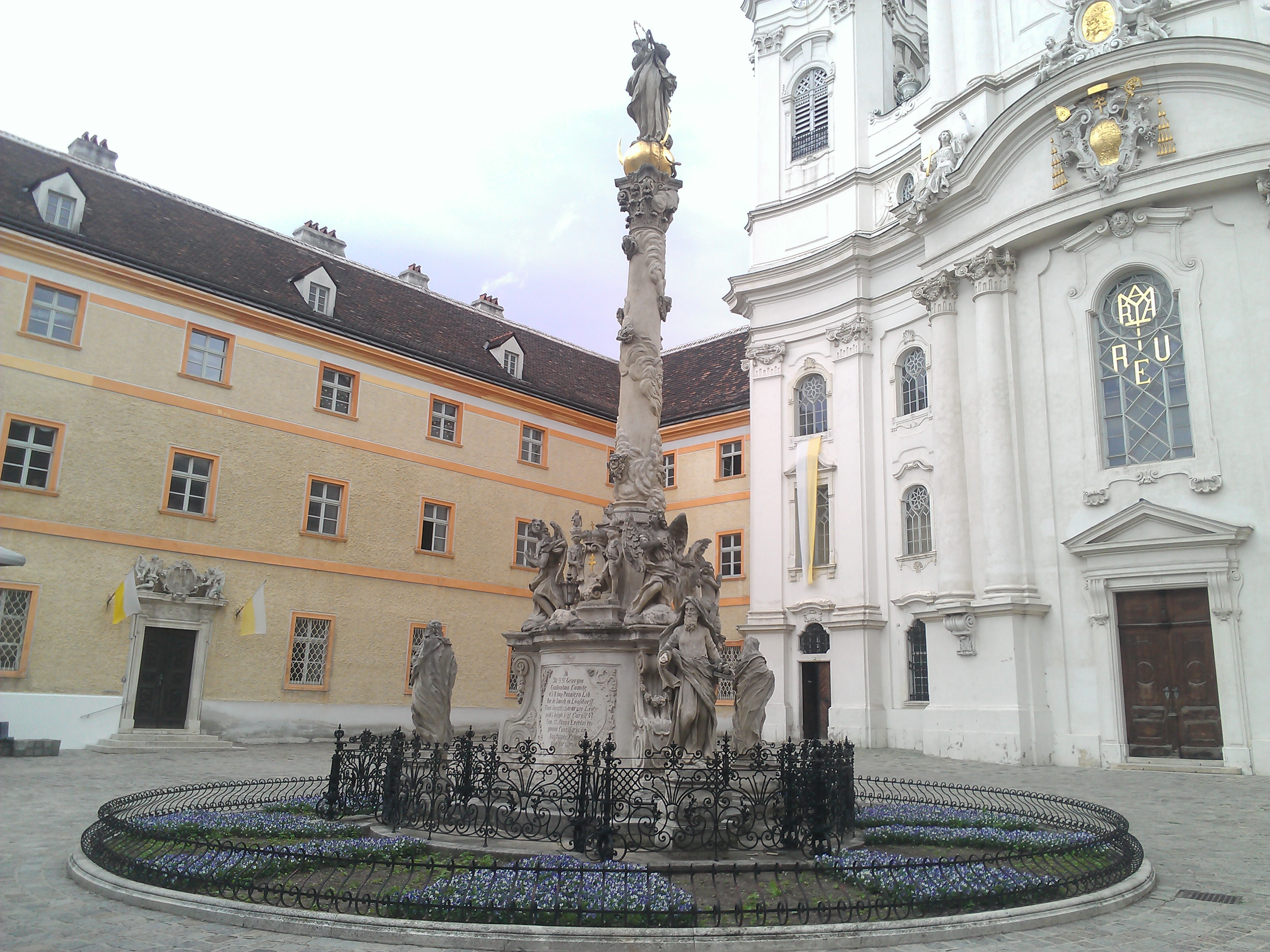
Ehrenhof linke Seite
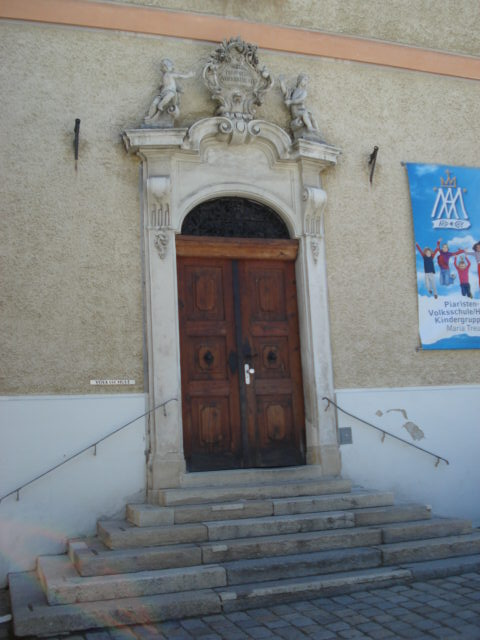
Tor J. Resler Stufen
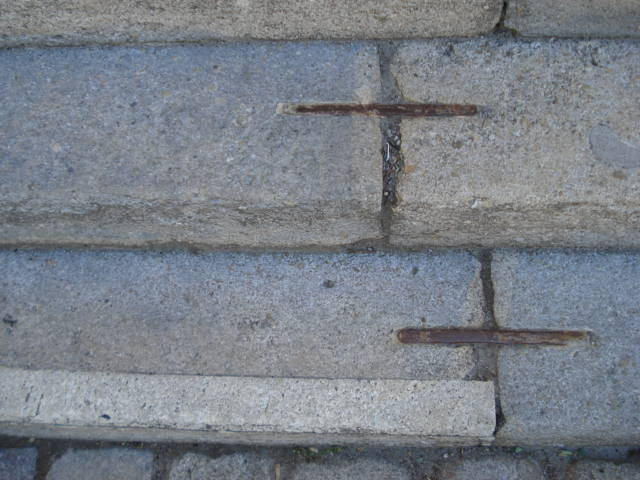
Kaisersteinstaffel
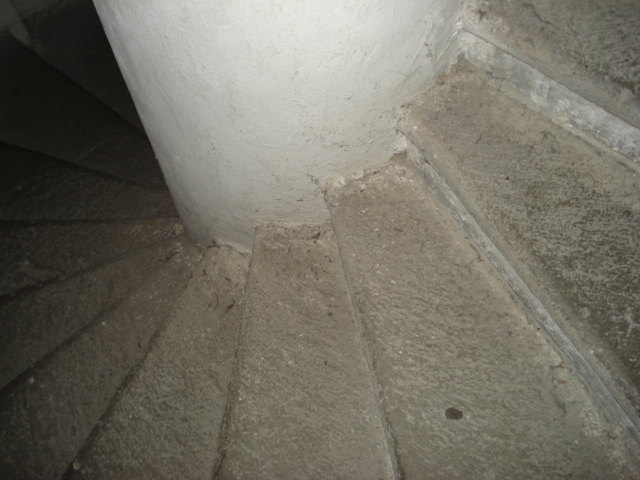
Stufen zum Kaiseroratorium.
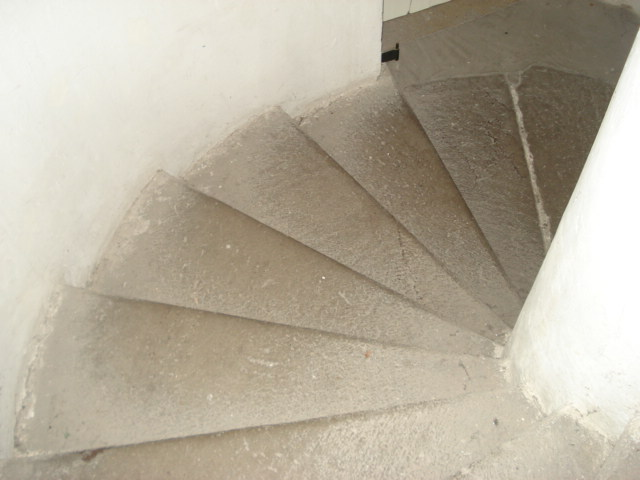
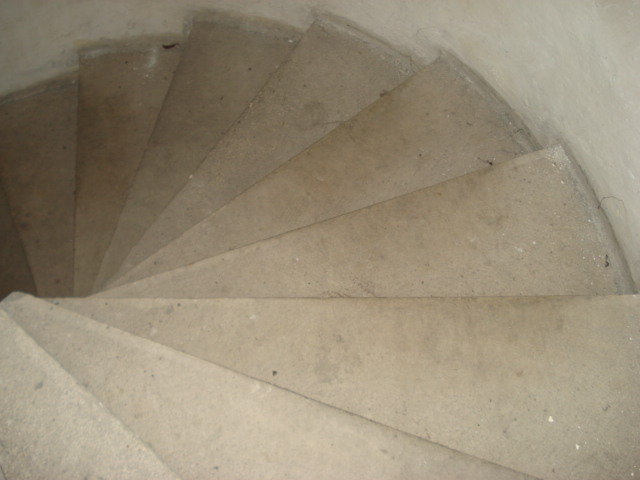
Stufen zur Orgelempore

Die Kirche wurde – vermutlich nach Plänen von Johann Lukas von Hildebrandt – als Ordenskirche der Piaristen errichtet, 1722 bis zum Abschlussgesimse der Fassade. Regondi starb 1717, die Meisterin verheiratete sich mit dem Steinmetzmeister Joseph Winkler.
1753 wurde der Bau durch Mathias Gerl vollendet.
Der Kirchenboden ist mit Solnhofer Steinplatten ausgelegt, die Altarstufen bestehen aus Adneter Marmor, die Stufen zum Kaiseroratorium und zur Orgelempore aus Kaiserstein. Herr Organist der Piaristenkirche ermöglichte die Steinbesichtigung.

## Kaiserstein für Gräfin Maria Katharina Strozzi für ihren Sommersitz, später Palais Strozzi
Gräfin Maria Katharina Strozzi, geborene Khevenhüller, ließ sich 1698/99 möglicherweise von Johann Lucas von Hildebrandt einen bescheidenen Sommersitz errichten, der zunächst nur aus dem einstöckigen Haupttrakt des heutigen Palais in der Josefstädter Straße 39 bestand. Zwei Jahre nach dem Tode der Gräfin, 1716, wurde das Gartenpalais an den Erzbischof von Valencia, Antonio Francesco Folco de Cardona, veräußert. Dieser erweiterte um die Seitenflügel und den Vorhof, errichtete eine Mauer zur Abtrennung von der Straße.

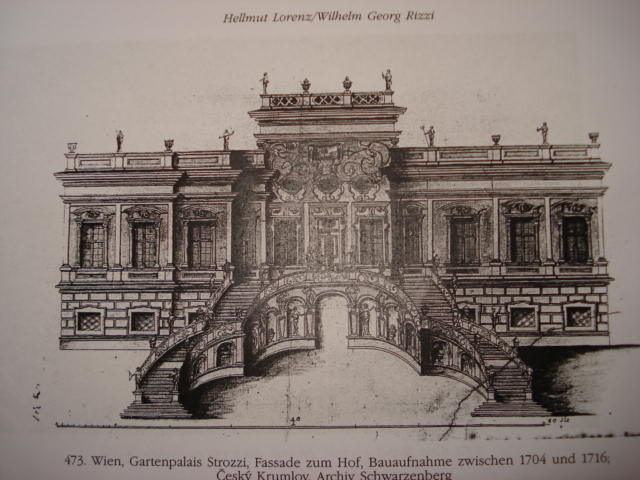
Bauaufnahme 1704–1716
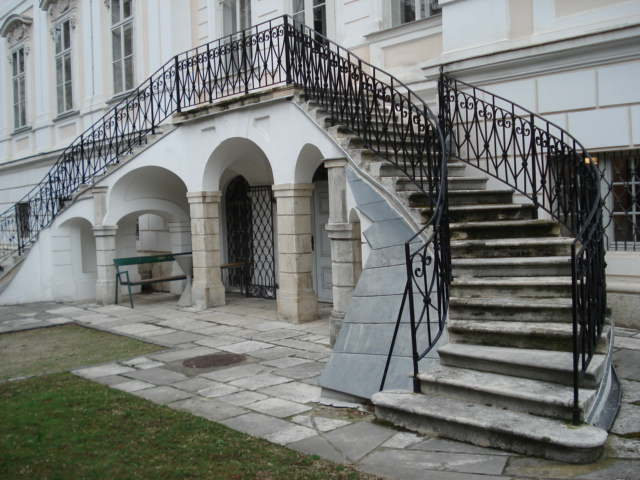
Ehem. Sommersitz mit Gartentreppe
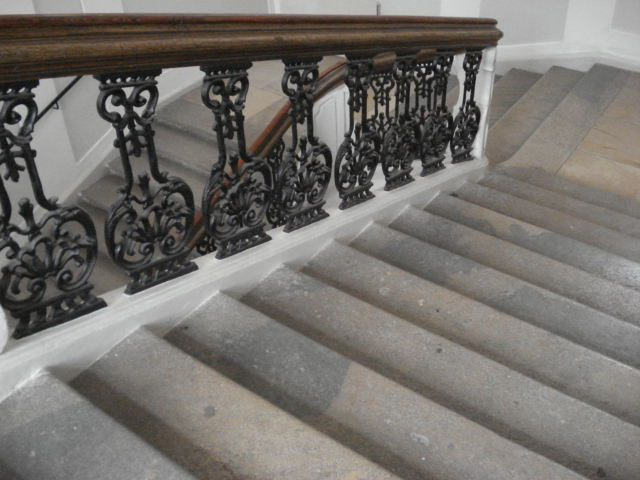
Herrschaftliche Treppe
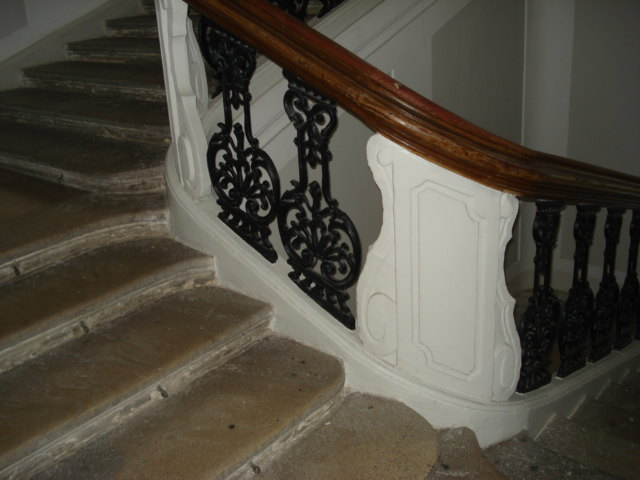
Hinuntergehend
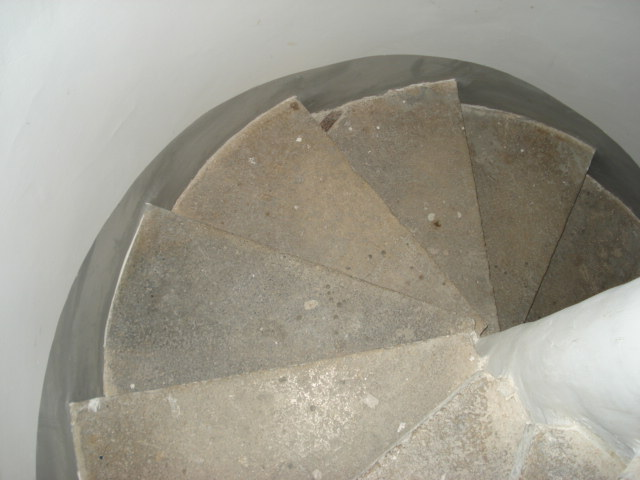
Schneckenstiege
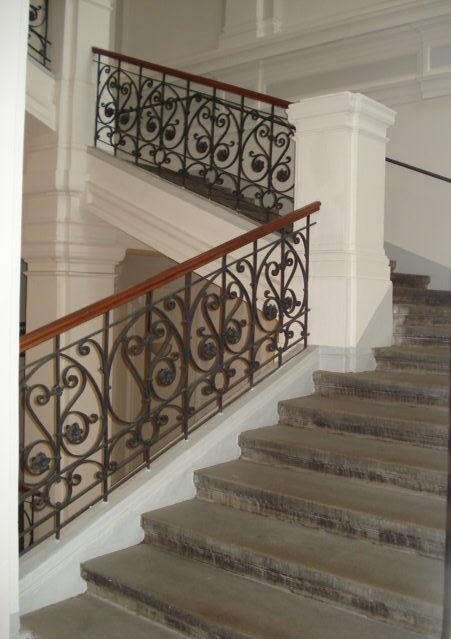
Vierpfeiler-stiege
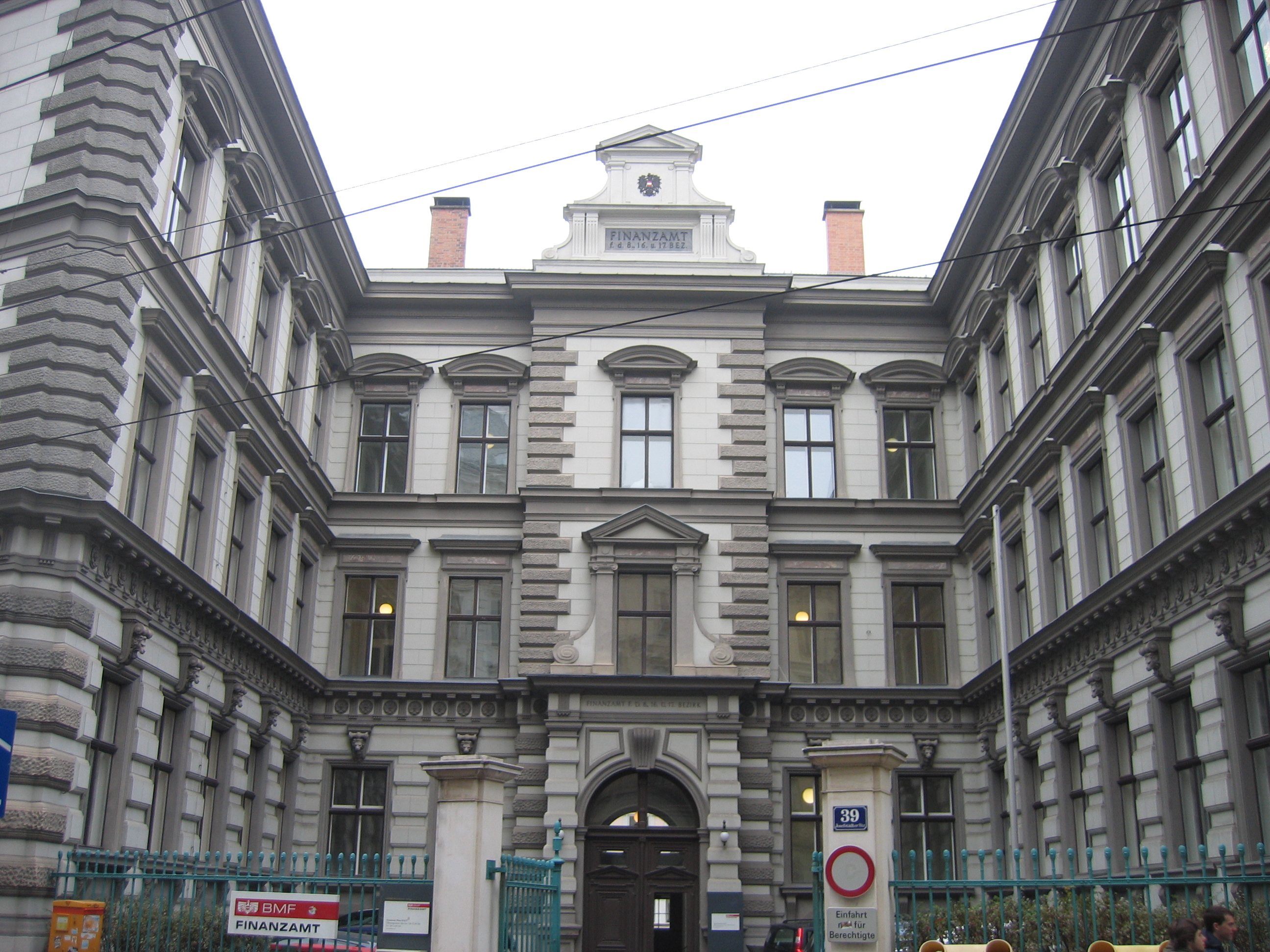
Palais Strozzi

Über Kaiser Karl VI. und dessen Tochter, Kaiserin Maria Theresia, gelangte das Palais 1753 an den Hofkanzler Johann Graf Chotek. 1840 kaufte der Staat das Gebäude und richtete hier das k.k. Civil-Mädchen-Pensionat ein. Da das Gebäude für die neue Nutzung zu klein wurde, stockte man den Bau auf und verlieh ihm ein komplett neues Aussehen.
2015 wurde das Palais Sitz des Forschungszentrums des Instituts für Höhere Studien.

## Kaiserstein für das Alte Rathaus, z.B. im Salvatorgassentrakt
Ein bis ins 13. Jahrhundert zurückreichender, stetig gewachsener Bau der Wiener Stadtverwaltung, frei zwischen Wipplingerstraße, Stoß im Himmel und Salvatorgasse stehend.

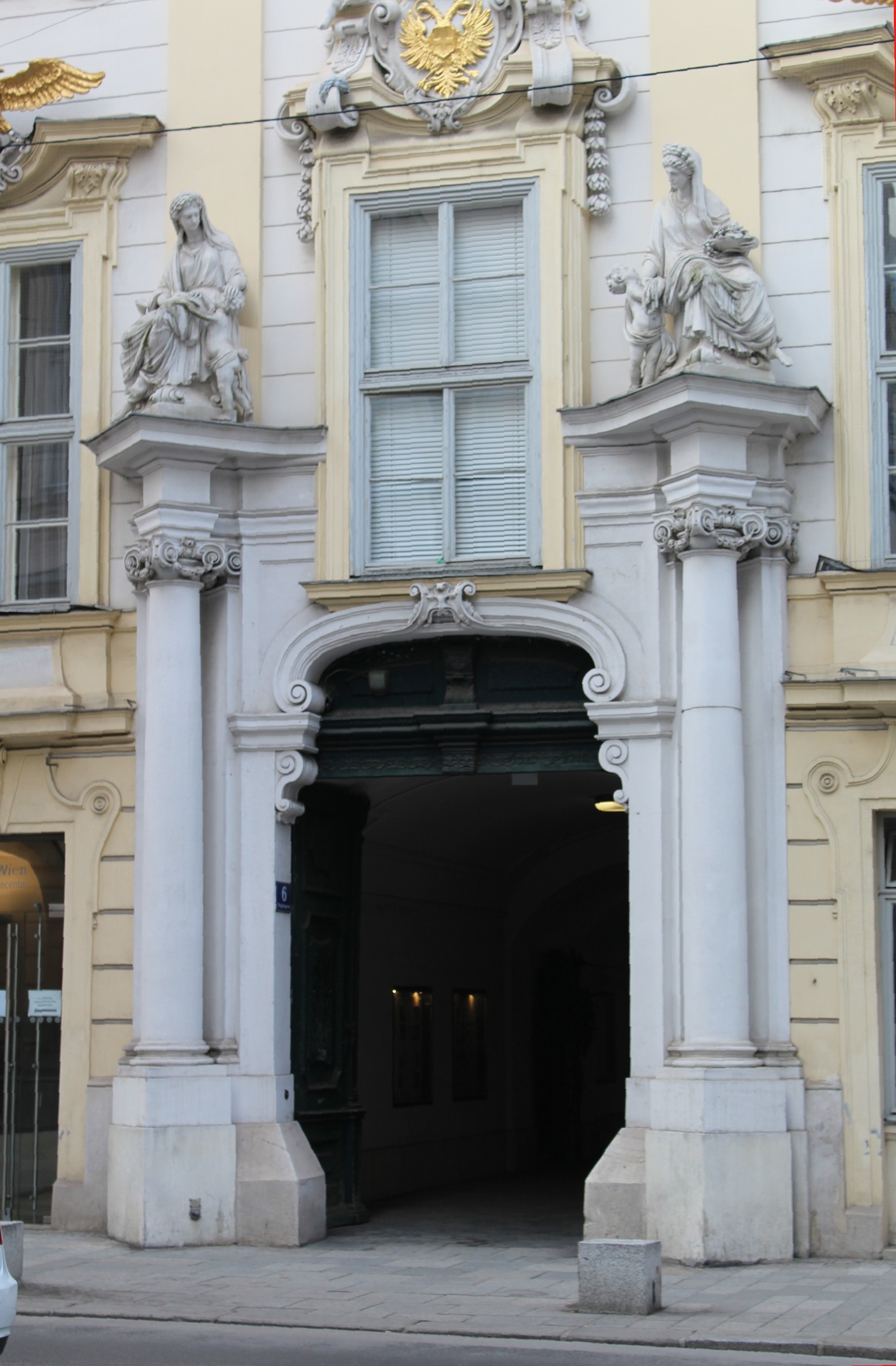
Portal zum Alten Rathaus
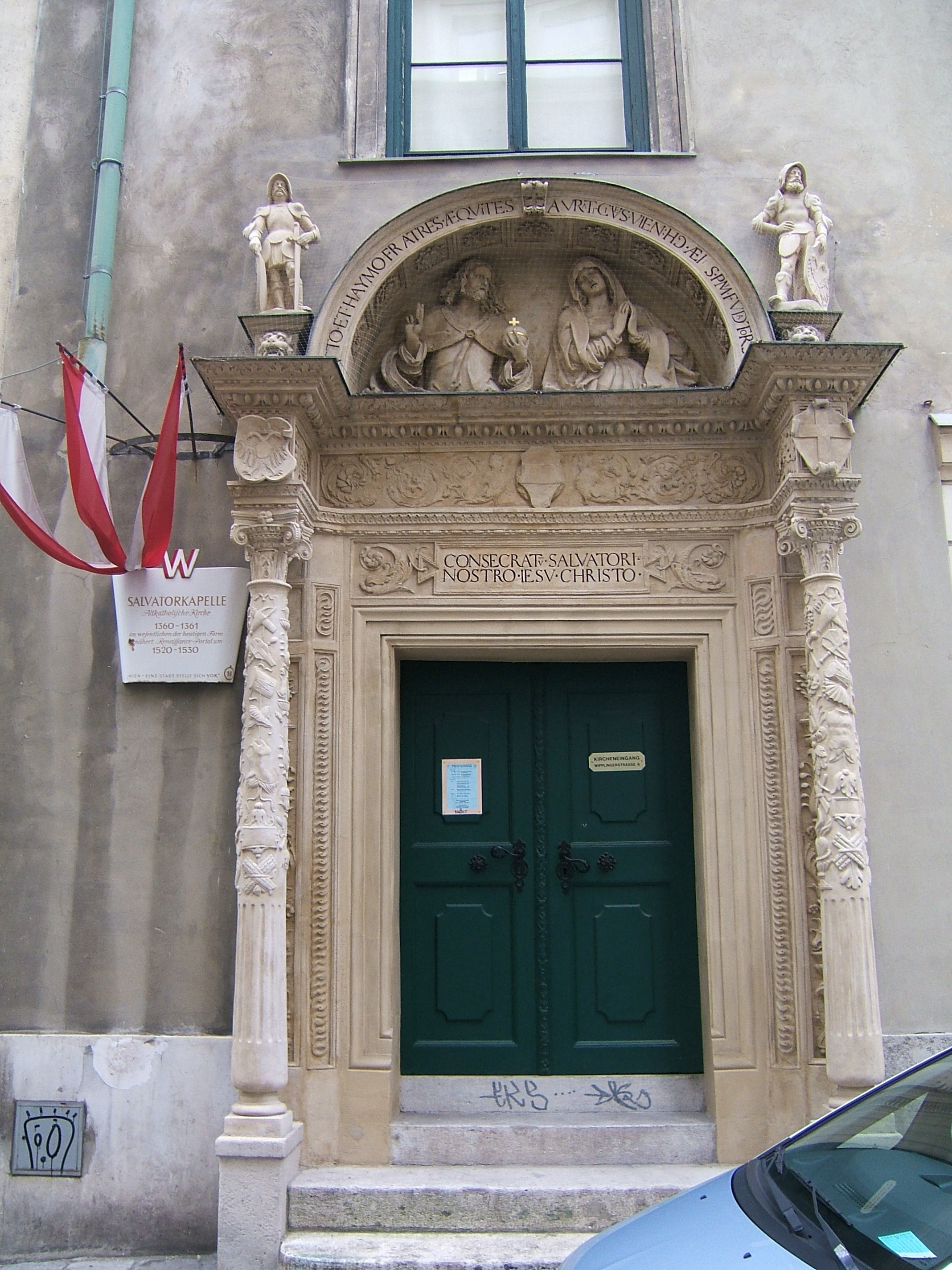
Eingang Salvatorkirche in Salvatorgasse
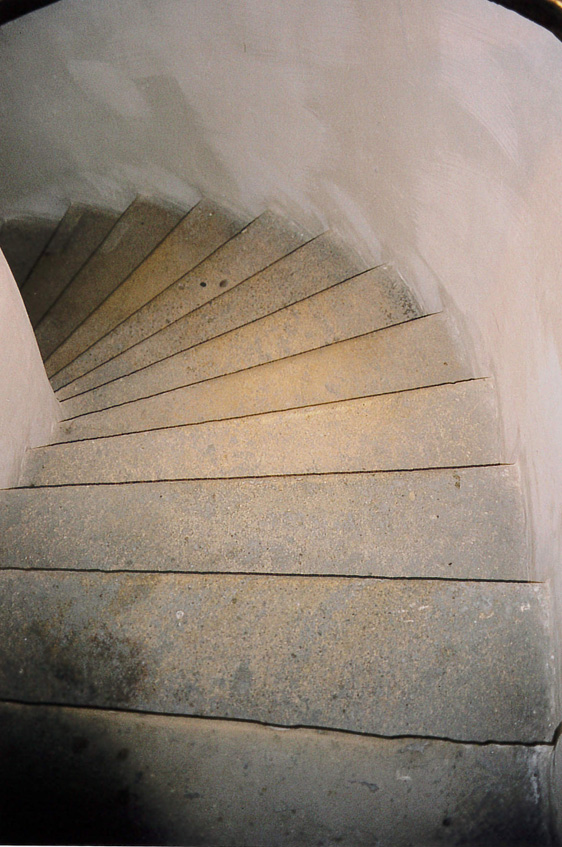
Stiege Kaiserstein-stufen
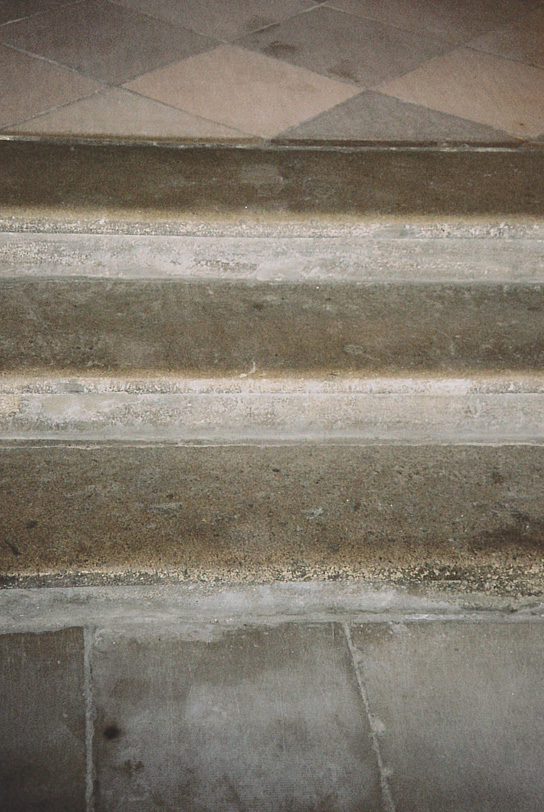

Von 1699 bis 1702 entstanden die Hauptstiege, eine gewendelte Zweipfeilerstiege im Stoß-im-Himmel-Trakt, eine Wendeltreppe im Salvatorgassentrakt.

## Kaiserstein für den Ban von Kroatien, Feldmarschall Adam Graf Batthyány in seinem Palais
Das heutige Palais Schönborn-Batthyány geht auf den Ban von Kroatien, Feldmarschall Adam II. Graf Batthyány zurück.

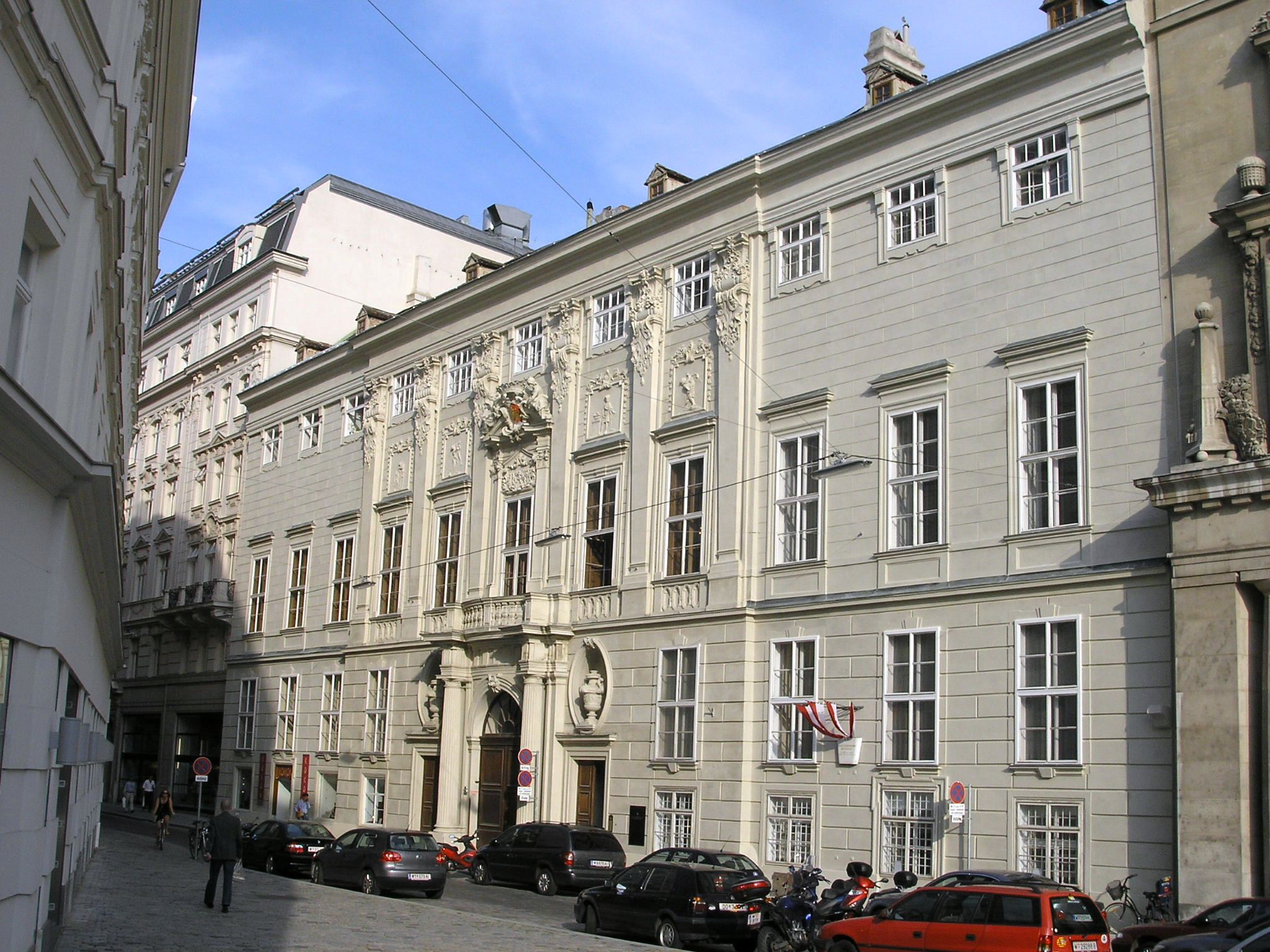
Palais Schönborn-Batthyány
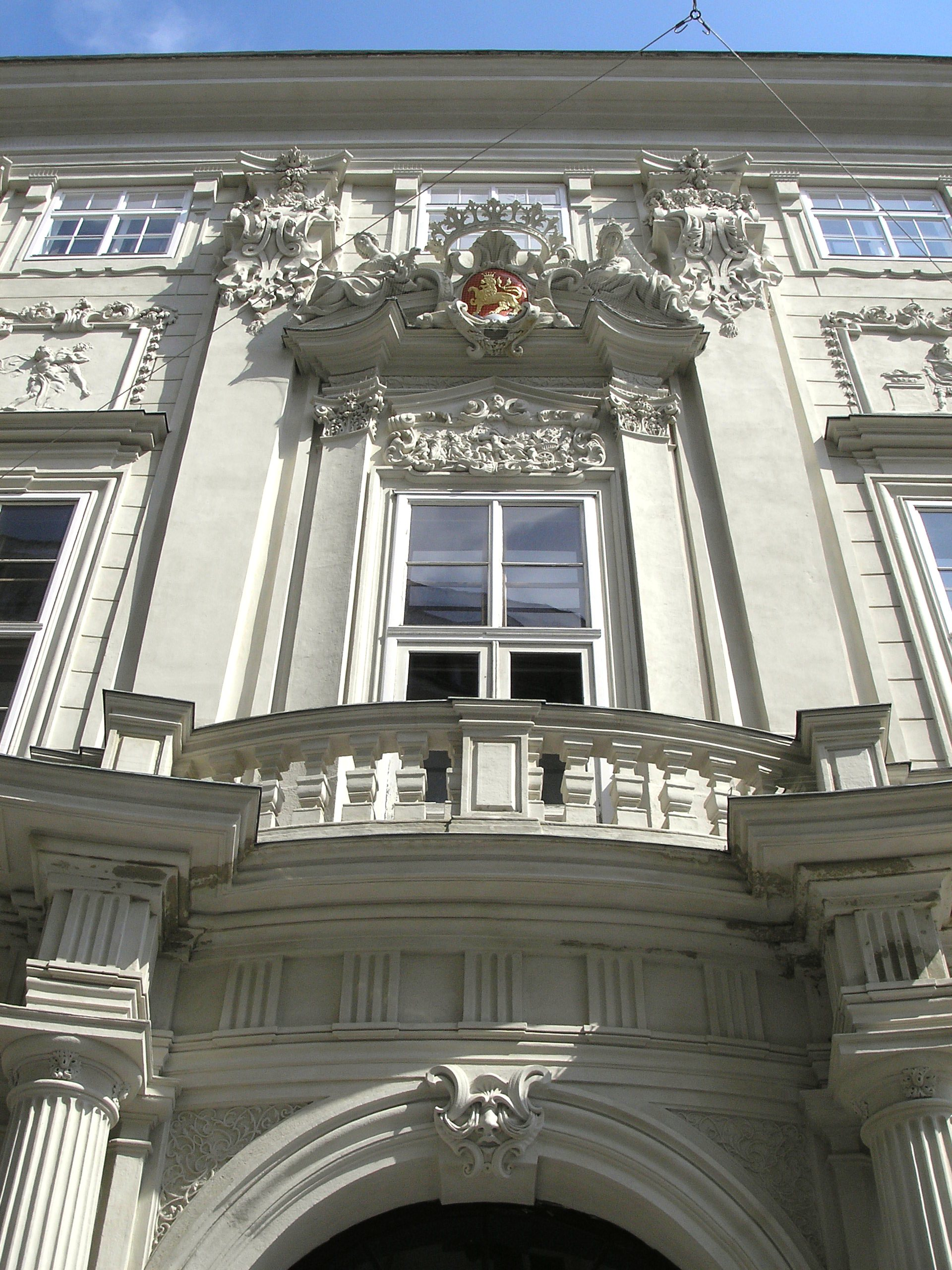
Balkongekröntes Portal
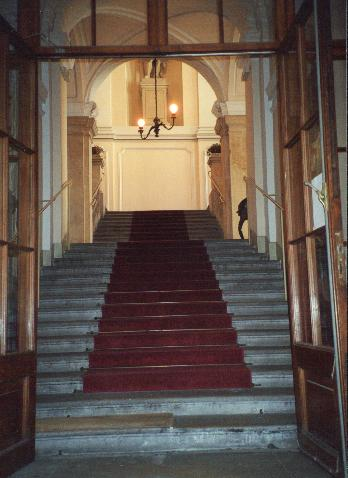
Prunktreppe
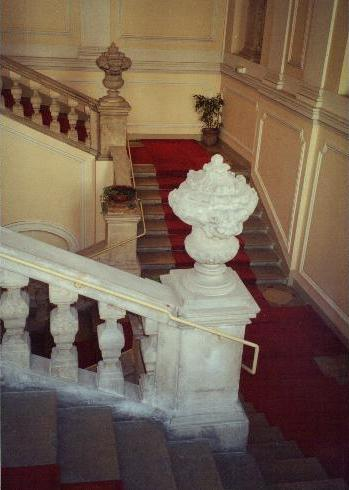
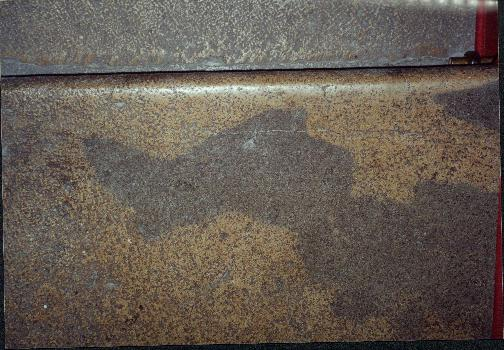
Kaisersteinstufe

Die Bauarbeiten wurde 1699 bis 1706 nach den Plänen von Johann Bernhard Fischer von Erlach durchgeführt. Graf Batthyány beauftragte den Wiener Steinmetzmeister Johann Carl Trumler, die Steinmetzarbeiten im Stiegenhaus des Palastes „lauth des Herrn Fischers Abriß“ auszuführen, die Werkstücke aus hartem Stein lieferte Meister Johann Georg Haresleben aus Kaisersteinbruch, der vor allem das Treppenhaus und tragende Architekturteile aus Kaiserstein anfertigte.
- Um 1740 ging es in den Besitz von Friedrich Karl von Schönborn über.

## Der kaiserliche Steinbruch um 1700
Um 1700 waren im Dorf Kaisersteinbruch 56 Handwerks- und Händlerfamilien ansässig, es waren auch viele einheimische und deutsche Künstler zugewandert. Die Steinmetzfamilien heirateten untereinander, vererbten die Nutzungsrechte an den Steinbrüchen und blieben so über Generationen im Geschäft.

## Kaiserstein für die Peterskirche in Wien

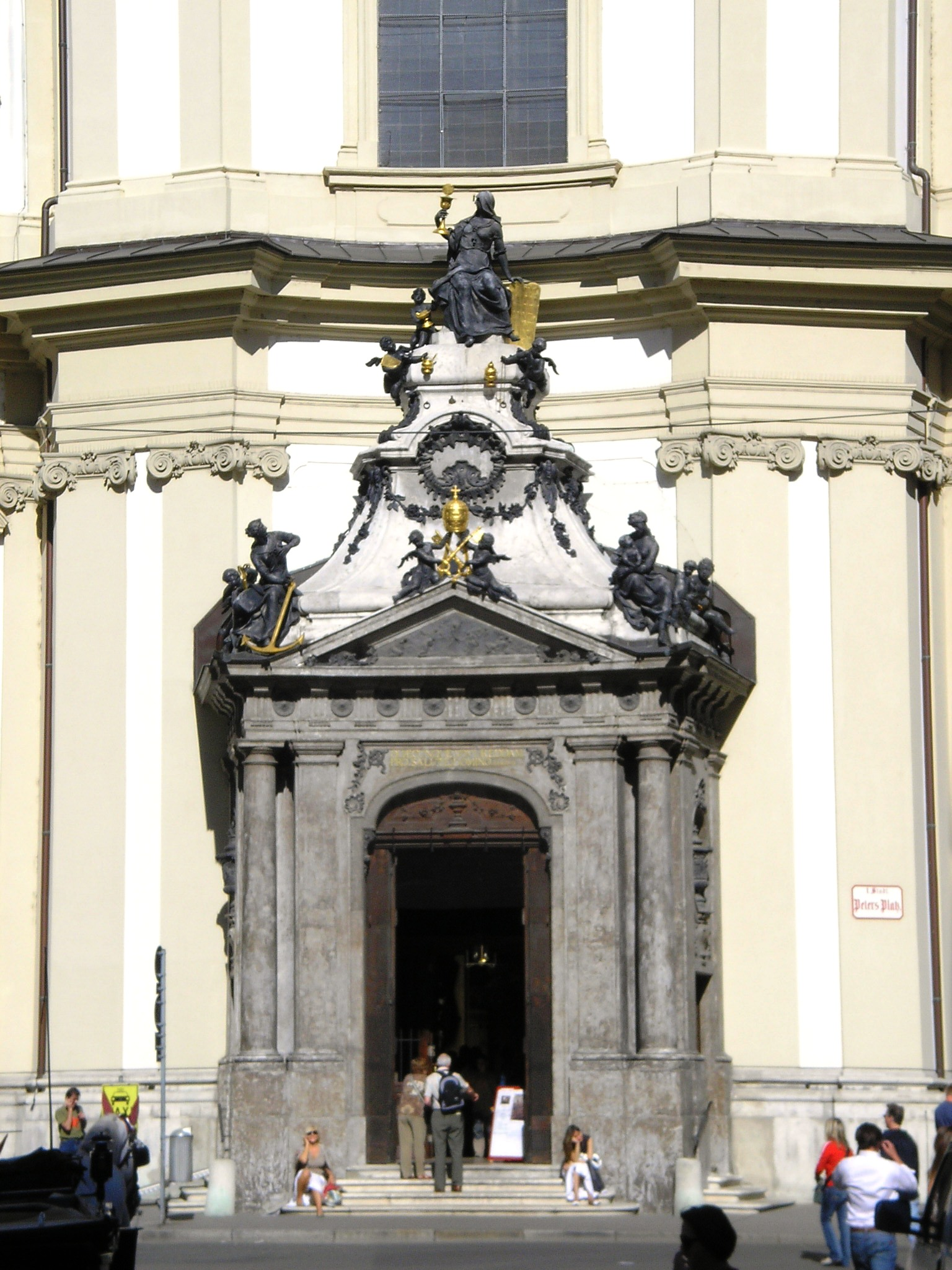
Portalvorbau der Peterskirche

1701 wurde die romanische Kirche abgerissen und der Neubau von Gabriele Montani begonnen, ab 1703 war Johann Lucas von Hildebrandt daran beteiligt, 1708 war der Rohbau fertig.
- Dokumentiert ist der Wiener Steinmetzmeister Johann Carl Trumler, mit familiären Bindungen nach Kaisersteinbruch.[99]
- Portalvorbau von Andrea Altomonte 1751–1753, die Sockelsteine sind Algenkalk von Kaisersteinbruch und Wöllersdorf. Die Stufen des Hauptportales sind aus Kaiserstein:[100] Steinmetzmeister Johann Michael Strickner.

## Kaiserstein für das Palais Questenberg-Kaunitz
Das Palais in der Johannesgasse wurde 1701 vermutlich nach einem Entwurf von Johann Lukas von Hildebrandt erbaut, als Urheber standen aber auch Domenico Egidio Rossi oder Johann Bernhard Fischer von Erlach zur Debatte, doch sind beide Namen aus historischen oder künstlerischen Gründen von der Autorschaft an dem Palais auszuschließen.
Historiker Peter Fidler schrieb das Palais Jakob Prandtauer zu. Im großen Treppenhaus mit Stufen aus Kaiserstein befindet sich eine Plastik von Santino Bussi, 1705 gestaltet.

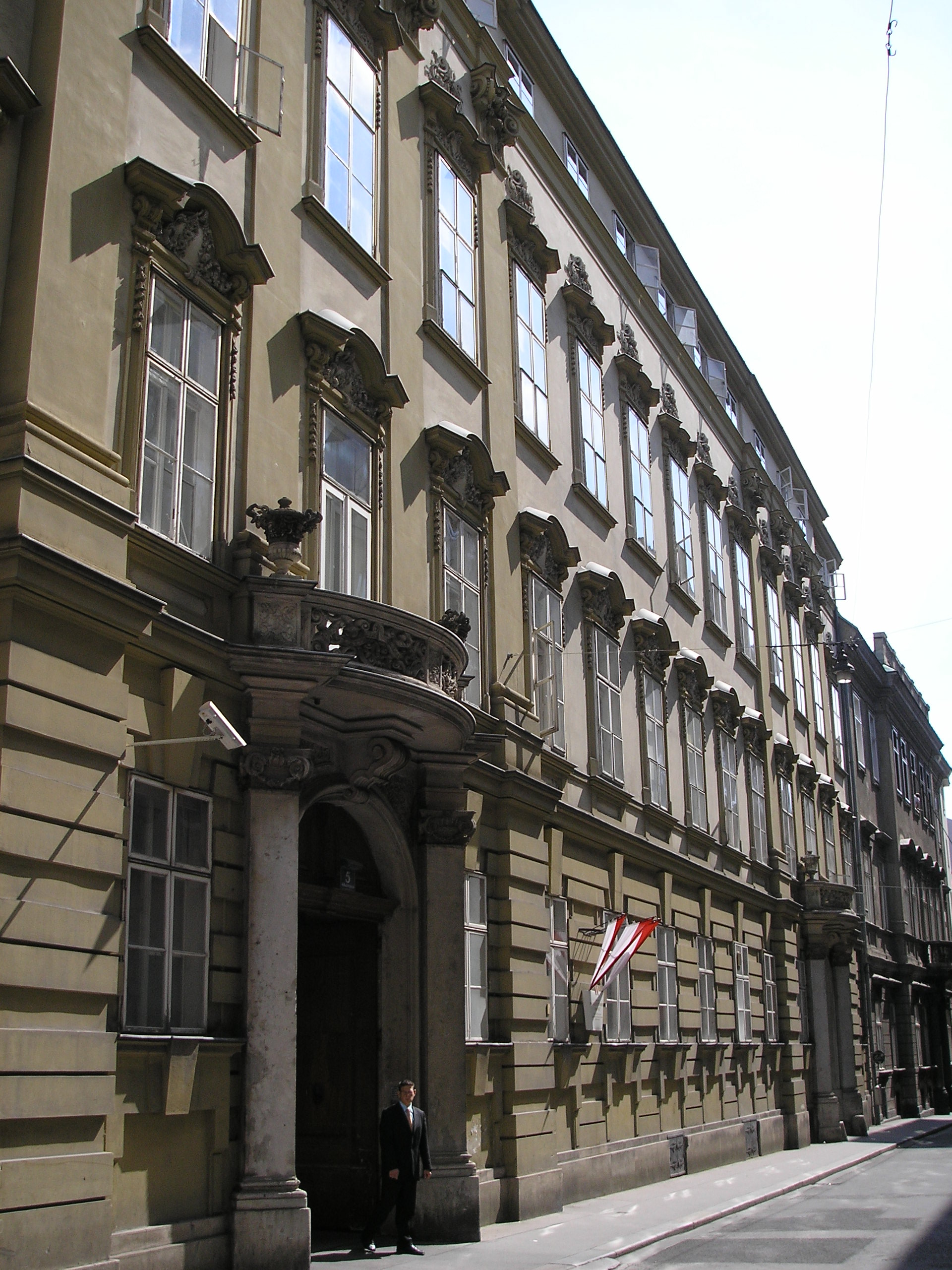
Palais Questenberg
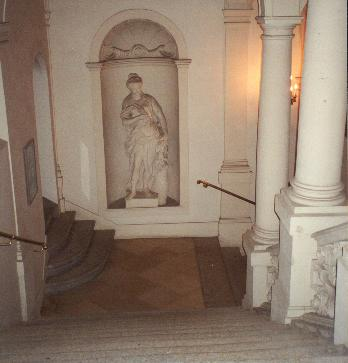
Treppe mit Nischenfigur
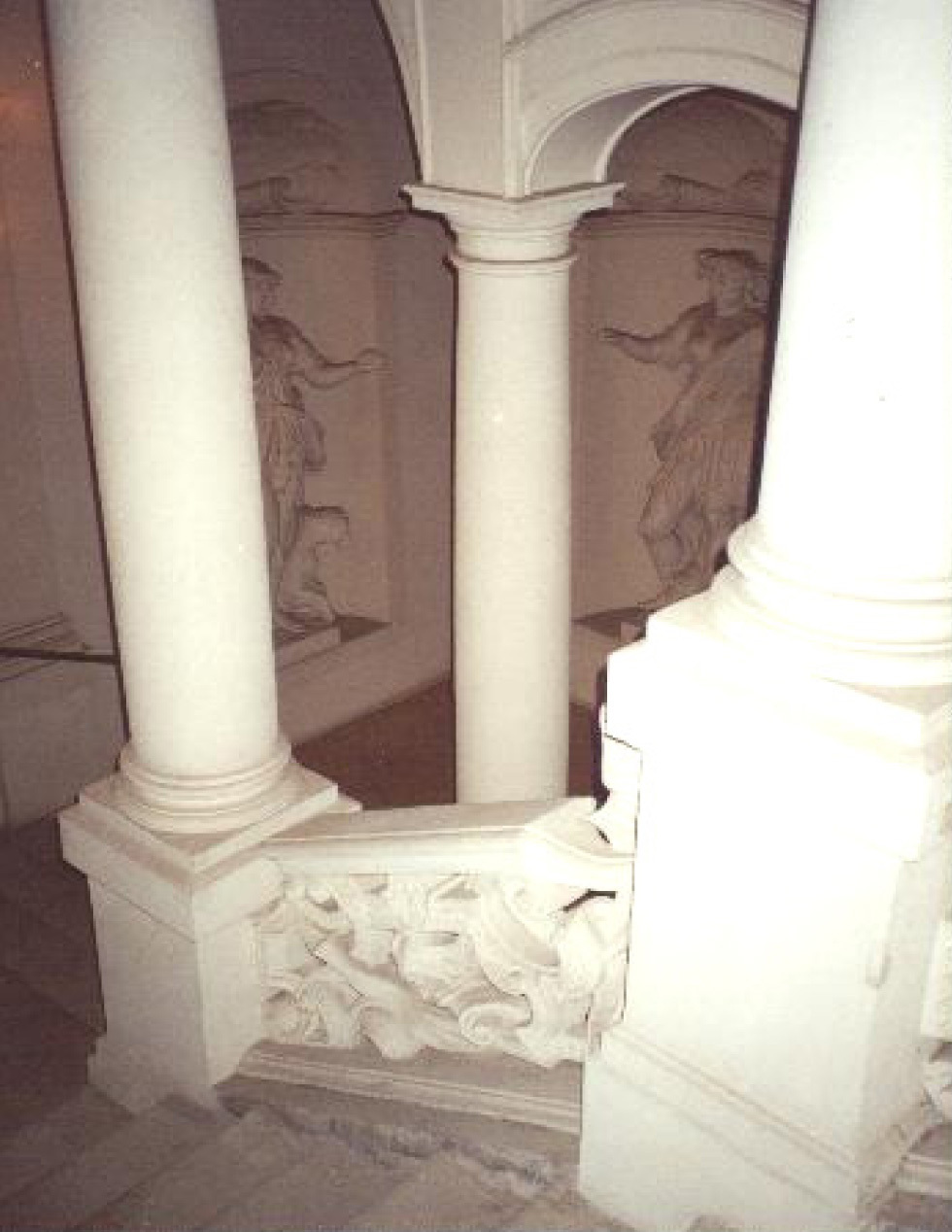

- Steinmetzmeister Matthias Winkler aus Wien, mit familiären Beziehungen zu Eggenburg und Kaisersteinbruch lieferte im Zeitraum 1718–1724 laut Rechnung: 3 Freipfeiler, einen Pilaster, alle mit Kapitellen und für den hinteren Trakt des großen Hofes bestimmt, einen Pfeiler in die Wagenremise, Fensterrahmungen und -Gesimse des ersten Obergeschoßes, Kamine, Schornsteine, Erker und 48 Treppenstufen zu einer Schneckenstiege.[101]

## Kaiserstein für den Großen Fähnrichshof in der Blutgasse
Die als Großer und Kleiner Fähnrichshof bekannten Gebäude sind Teil eines Baukomplexes, der bis ins Mittelalter zurückgeht und die Häuser Blutgasse 5, 7 und 9 sowie Singerstraße 11 umfasste.
1534/35 wurden bestehende Bauten in Hausparzellen aufgeteilt und vermietet. 1702–1703 erfolgte ein Umbau durch die benachbarten Klarissen. Ihre heutige Gestalt erhielten die Häuser 1819, wobei nunmehr 7 Häuser um einen großen Innenhof liegen. Hier lebte der Humanist Johannes Cuspinian und der Komponist Wenzel Müller.
Die Nr. 7 wird als Großer Fähnrichshof bezeichnet. 1559–1563 erfolgte eine Aufstockung und die Errichtung einer hofseitigen Wendeltreppe und des Hausflurs, 1675–1679 eine weitere Aufstockung und eine neue Fassadierung, die hofseitig noch erhalten ist. 1743 wurde die Straßenfassade neu gemacht und weitere Kellergeschoße dazugebaut. Die Straßenfassade besitzt im Obergeschoß zusammengezogene Fensterachsen. Der Treppenturm zeigt schräge Fenster.

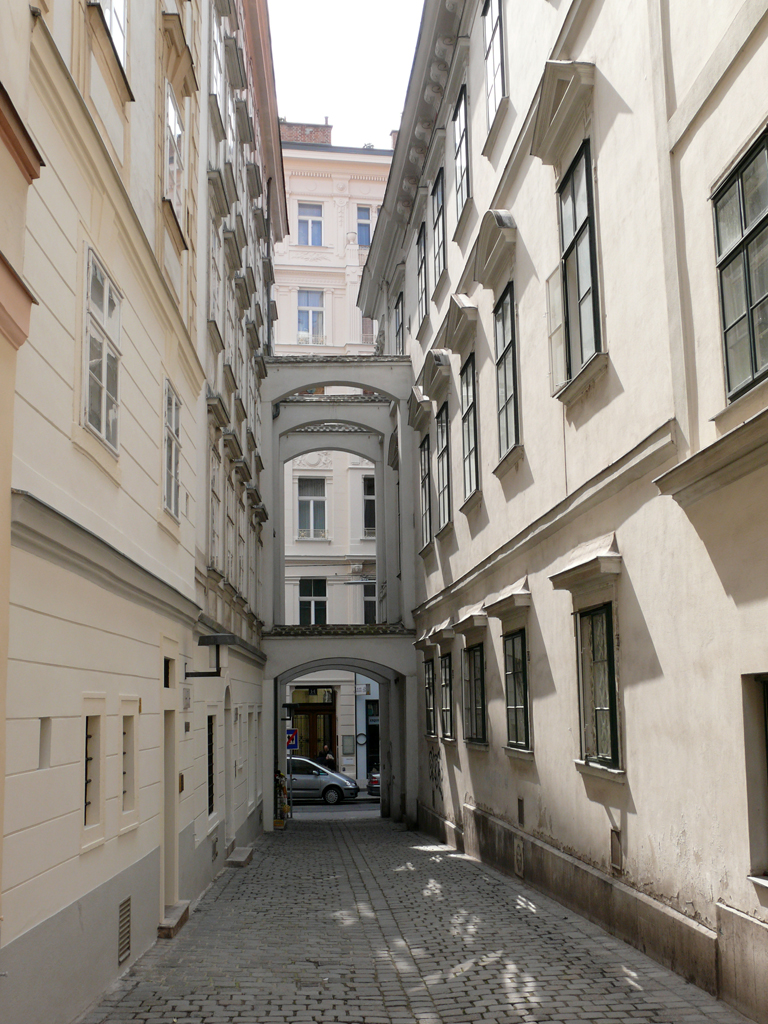
Blutgasse zur Singerstraße
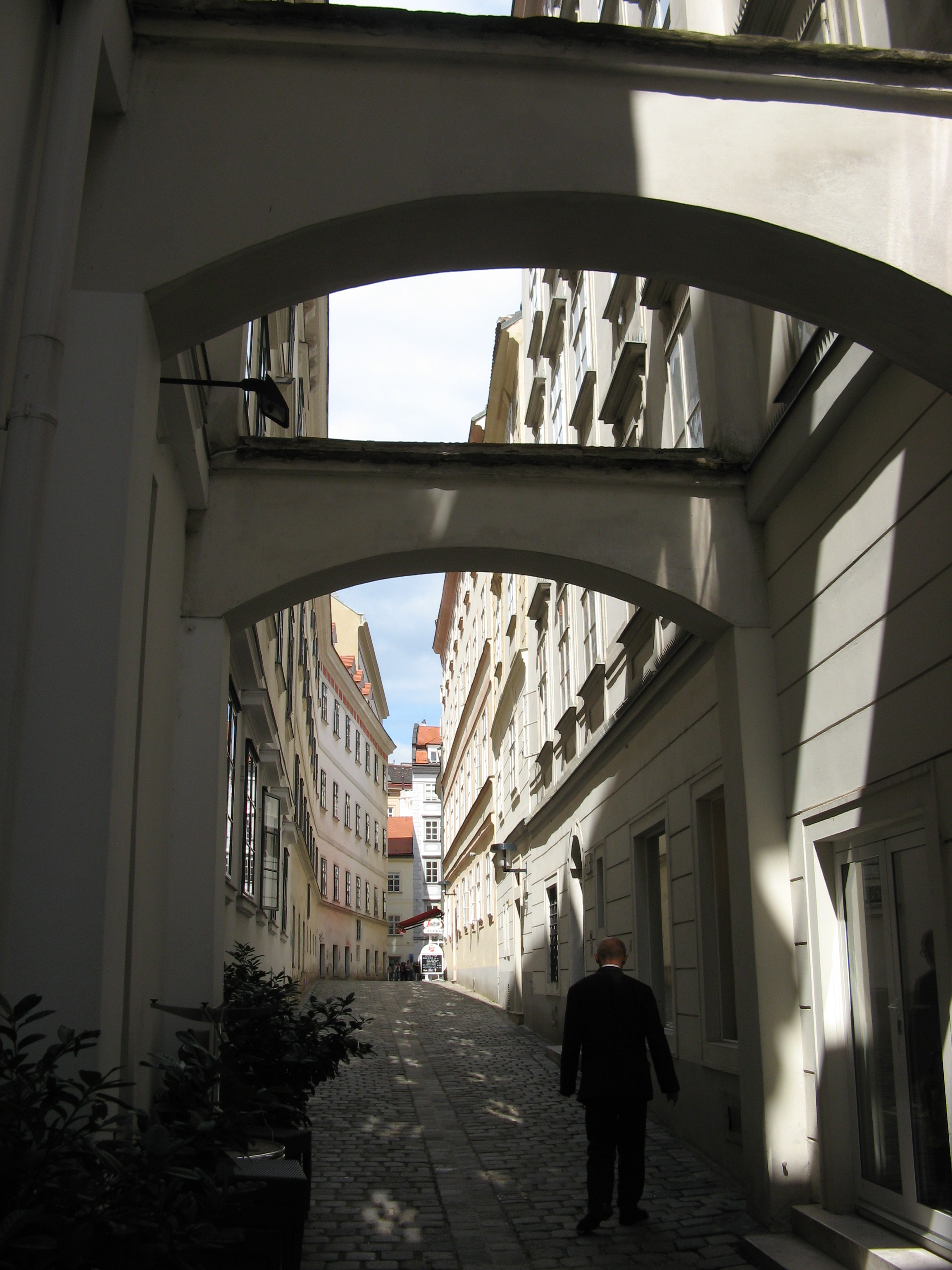
Blutgasse zur Domgasse
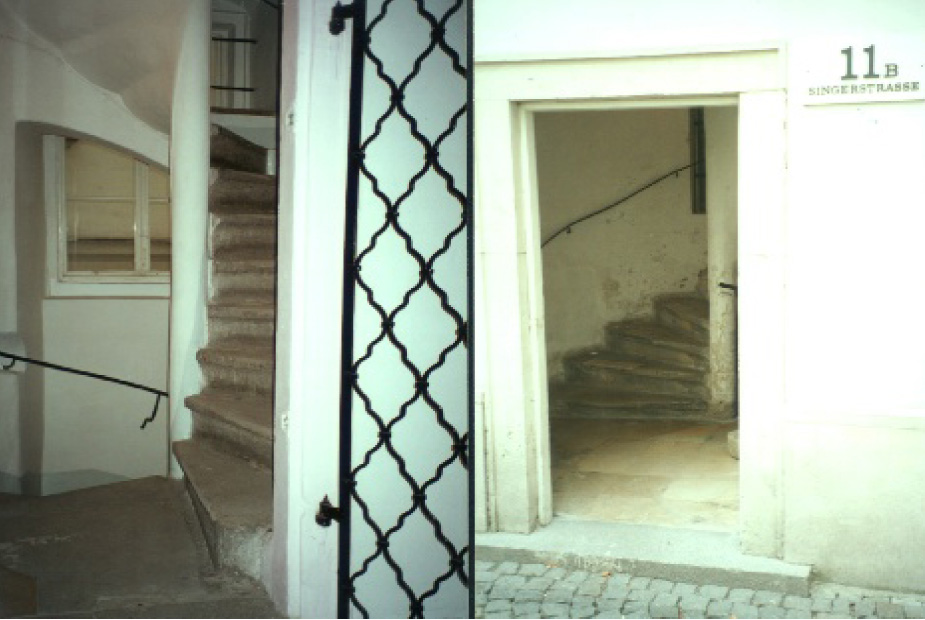
Zwei Kaisersteinstiegen

Mehrere Stiegenhäuser und Wendeltreppen mit Kaisersteinstufen. 2 Beispiele zeigt das Foto.

## Kaiserstein für das Palais Geymann-Windischgraetz in der Renngasse 12
Johann Carl Freiherr von Geymann, Präsident des Verordnetenkollegiums der niederösterreichischen Stände, war es, der das Palais um 1702/03 von Christian Alexander Oedtl unter Einbeziehung älterer Substanz erbauen ließ.
1770 war das große Armenhaus (späteres Allgemeines Krankenhaus) Eigentümer, 1785 erwarb es Maria Theresia Gräfin von Windisch-Graetz. Ab 1816 war es im Besitz des Fürsten Alfred von Windisch-Graetz. Seit 1935 gehört es dem Chorherrenstift Klosterneuburg, das es für Bürozwecke des Stiftlichen Hochmeisteramtes nutzte und derzeit vermietet.

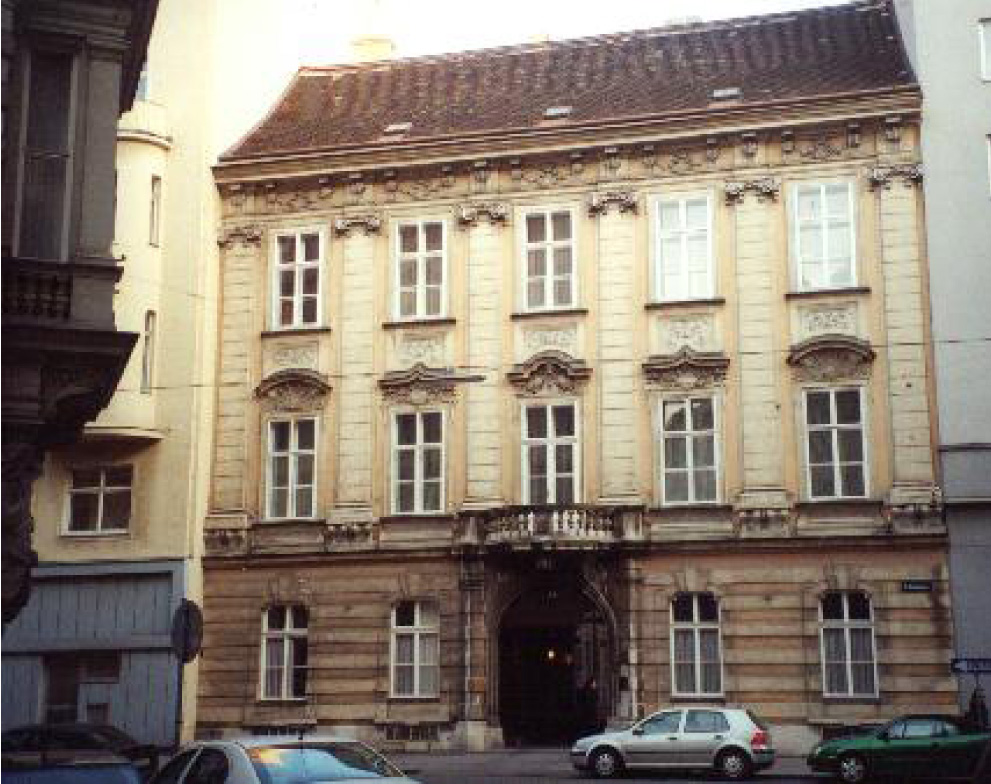
Palais in der Renngasse
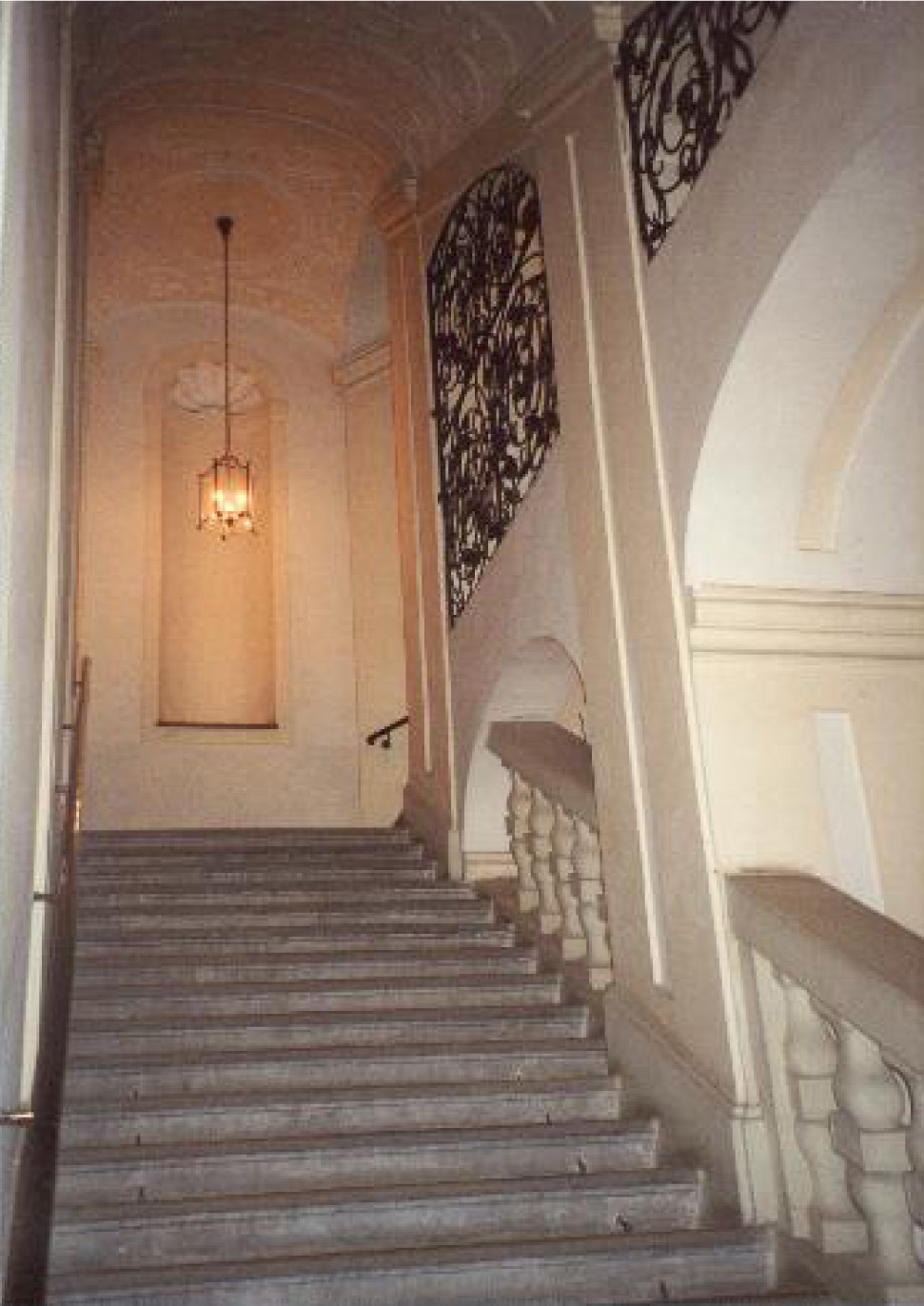
Stiege mit Kaisersteinstufen

Die Fassade ist hochbarock, dem Palais Clary-Mollard in der Herrengasse 9 sehr verwandt. Das Rundbogenportal ist mit geschichteten, gebänderten und schräg gestellten toskanischen Pilastern flankiert und wird von einem konkaven Balkon mit Balustrade bekrönt. Zu besichtigen ist eine Prachtstiege mit schönen Stufen und Podestplatten aus Kaiserstein.

## Kaiserstein für den Römisch-deutschen Kaiser Leopold I. im Schloss Schönbrunn
Auftraggeber waren Kaiser Leopold I. und Sohn Joseph I., beide römische Kaiser. Architekt war Johann Bernhard Fischer von Erlach.
- Die eigentliche Baugeschichte von Schönbrunn begann erst 1695 mit der Anlage des Gartens durch Jean Trehet[102]. Fischers Bauprojekt ist erstmals sicher für das folgende Jahr dokumentiert.

Geplant war zunächst ein Jagdschloss für den Thronfolger. Auf Anregung von Kaiser Leopold I. wurden an das Corps de logis noch zwei Höfe angehängt. Eine solche Erweiterung und Aufwertung des Jagdschlosses in Funktion, Rang und Form zu einer veritablen Residenz und dürfte um 1698 im Hinblick auf die bevorstehende Hochzeit Josephs erfolgt sein, durch die ihm ein vergrößerter Hofstaat zustand.

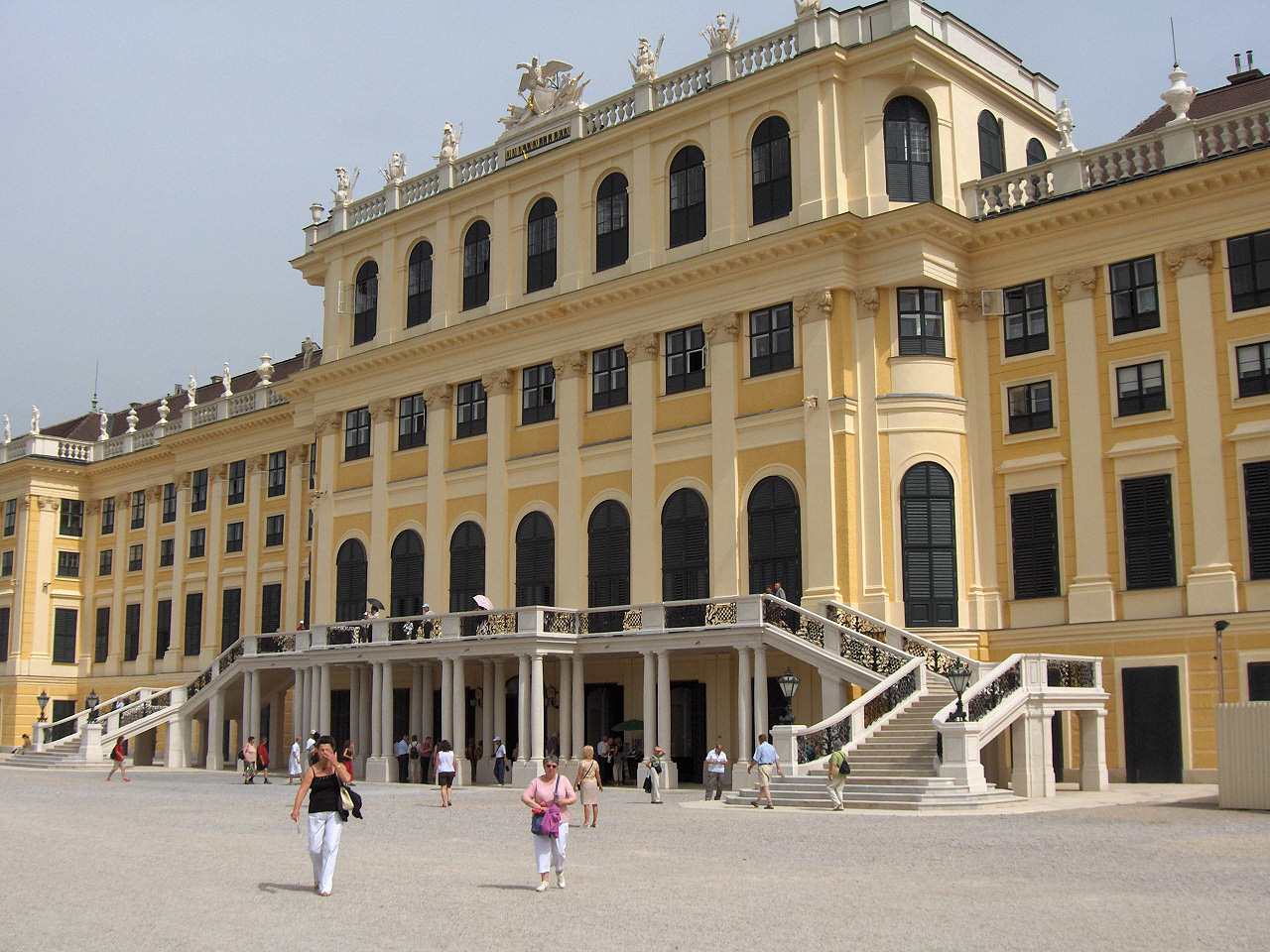
Schloss Schönbrunn gartenseitige Freitreppe
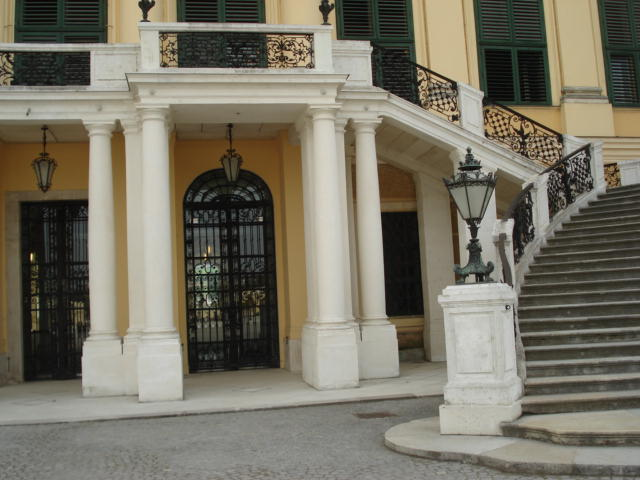
Freitreppe Ehrenhof; Stufen Kaiserstein
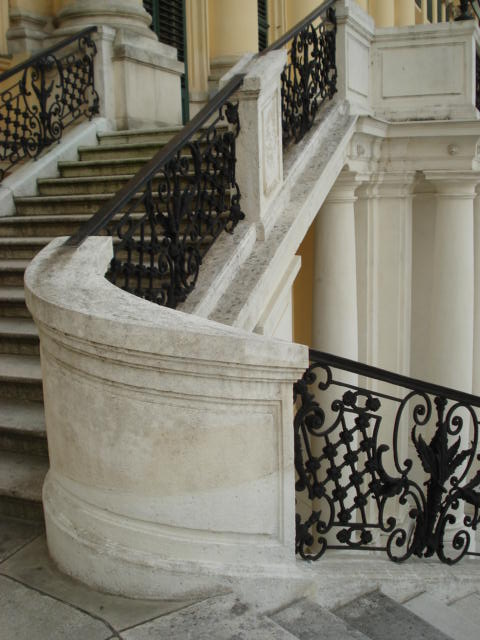
Bogen der Freitreppe, Kaiserstein
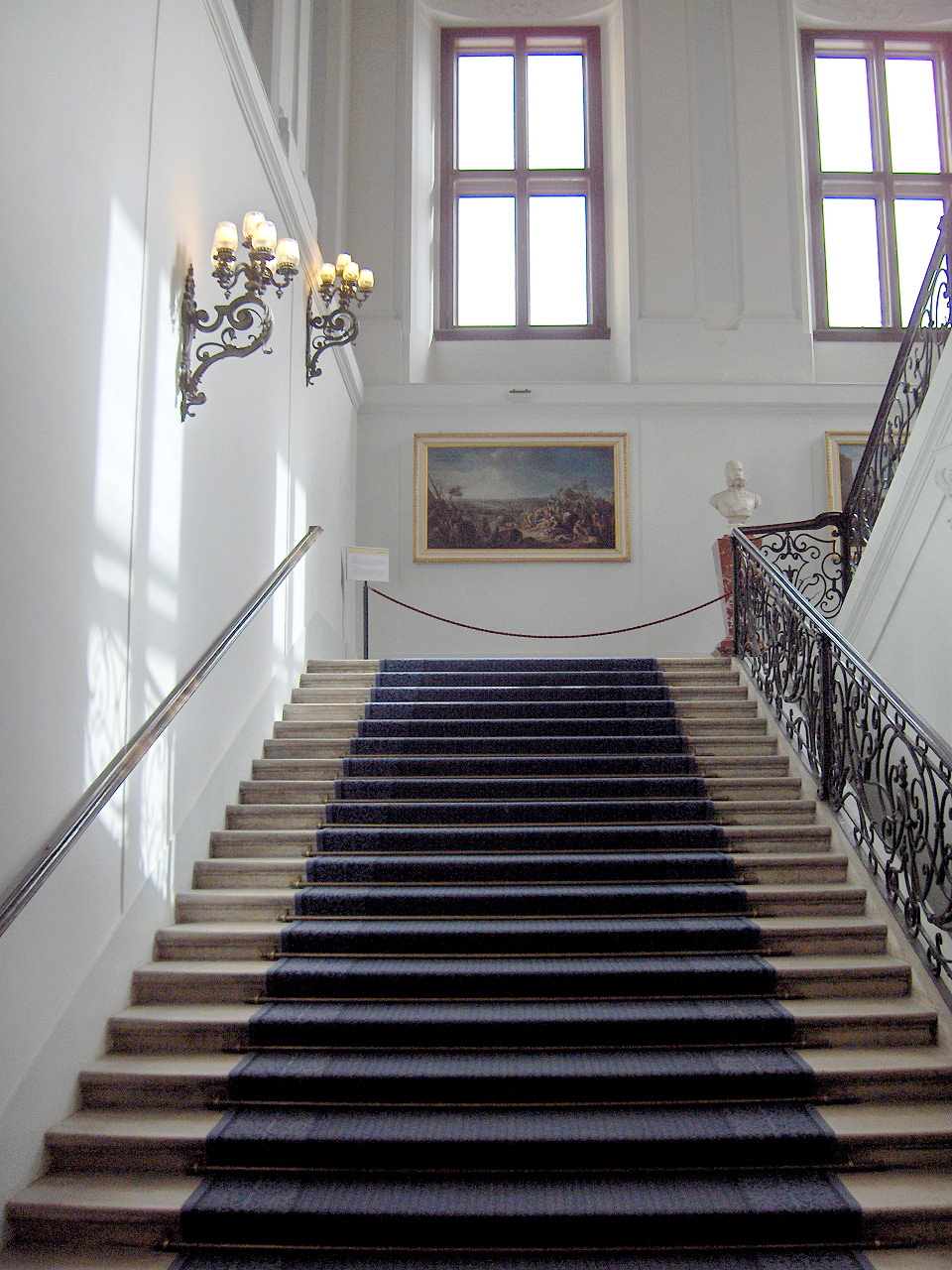
Blaue Stiege
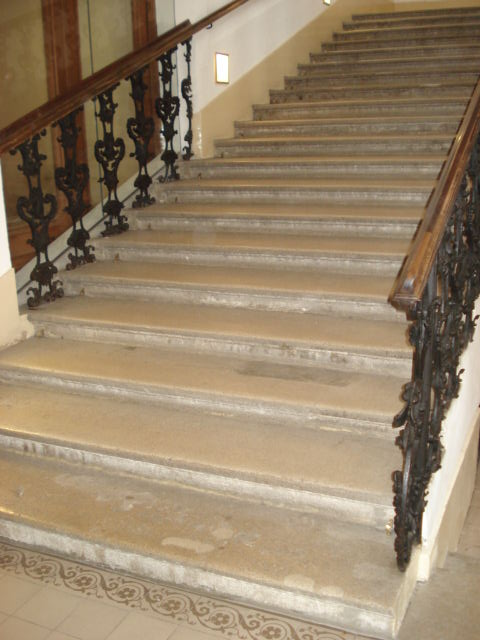
Kapellen-stiege
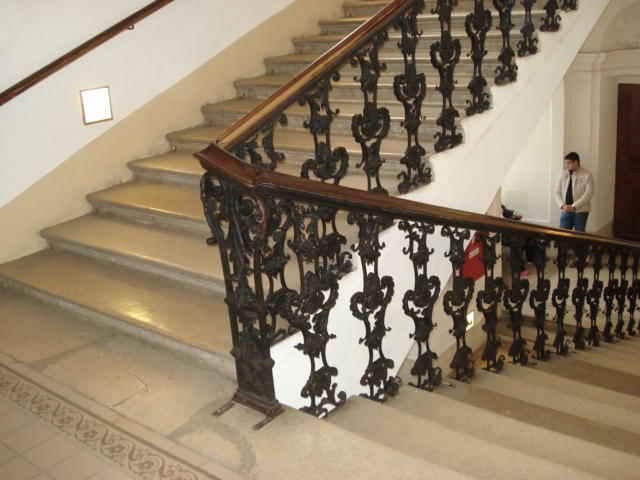
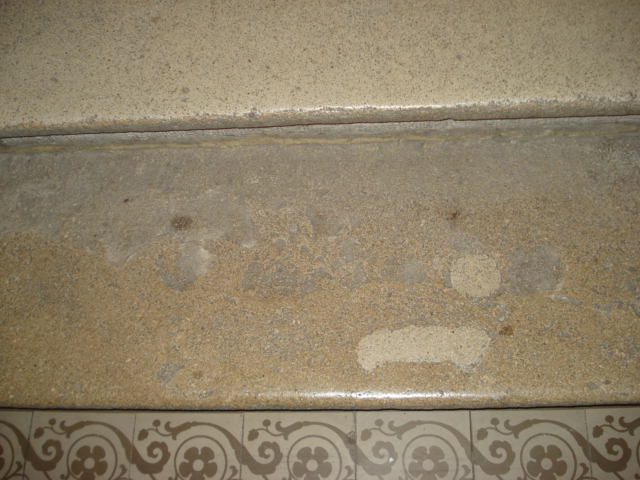
Kaisersteinstufe Kapellenstiege
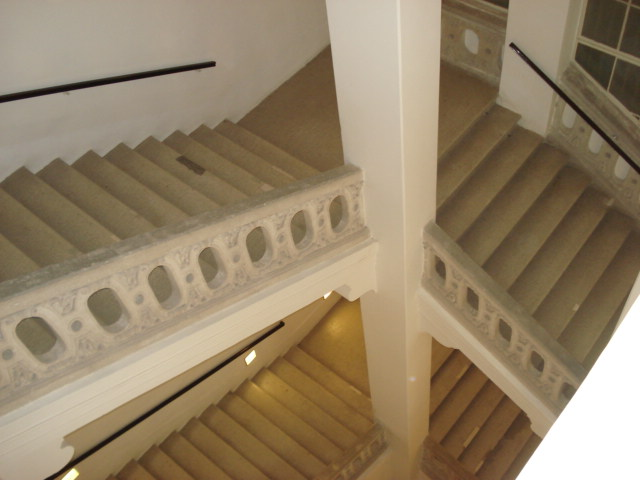
Große weiße Stiege, Stufen Kaiserstein
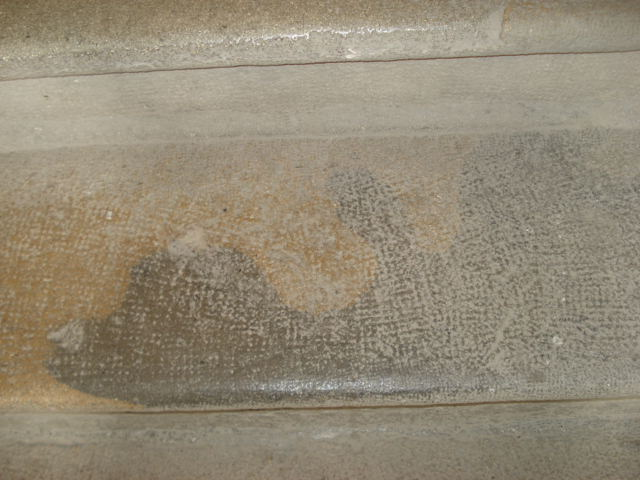
Kaisersteinstufe Große weiße Stiege
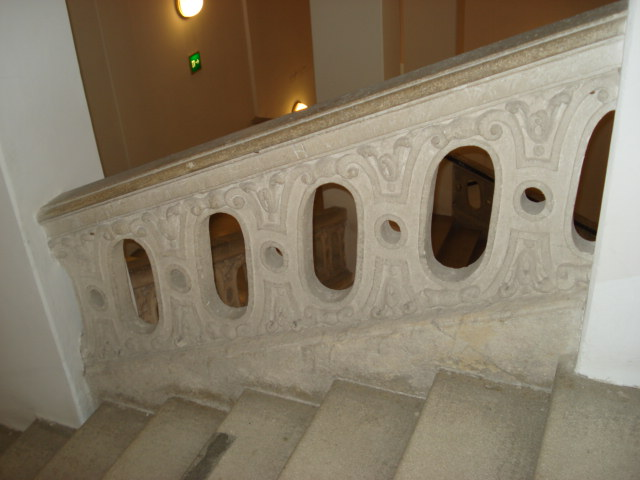
Geländer große weiße Stiege Kaiserstein
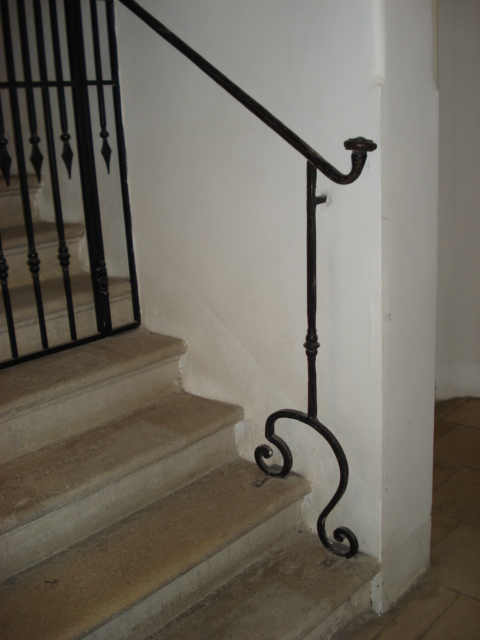
Stufen Maschinen-stiege
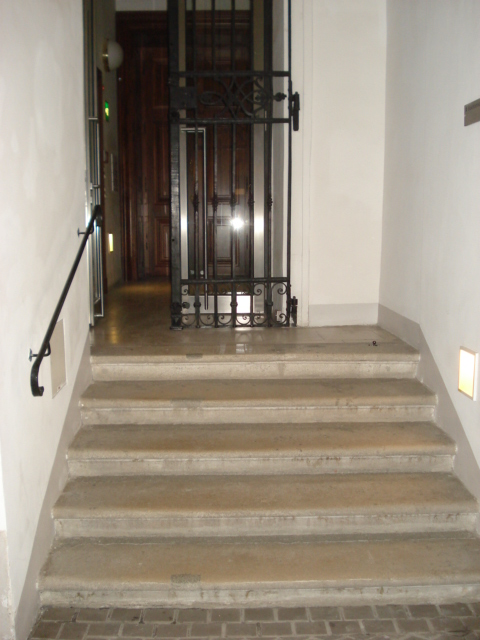
Stufen Geheimstiege Kaiserstein
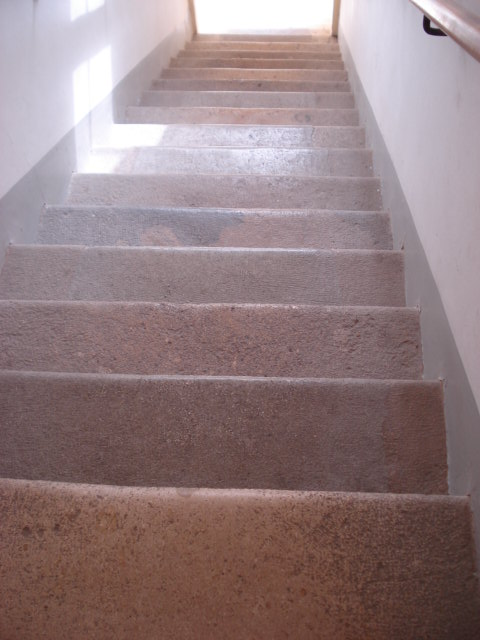
Stiege Wagenburg Kaiserstein

### Materialbeschaffung
Für den groß angelegten Bau gestaltete sich ab 1698 die Materialbeschaffung ebenso wie die Finanzierung schwierig.
Lieferanten und Handwerker erklärten sich bereit, die Bezahlung von Materialien und Arbeitsleistungen vorerst zu stunden, wohl nicht damit rechnend, dass ihre Forderungen erst Jahrzehnte später beglichen werden sollten.
Das Baumaterial wurde aus den umliegenden Steinbrüchen in Hietzing und Hetzendorf bezogen. Auch aus dem kayserlichen Steinbruch am Leithagebirge lieferte man einen hochqualitativen Stein, der für die Herstellung von Architekturgliedern und Skulpturenschmuck verwendet wurde.
- Laut Testament der Catharina Hareslebin († 14. August 1707), geweste Ehefrau von Johann Georg Haresleben, Steinmetzmeister im kayserlichen Steinbruch, sind vor 1707 folgende Arbeiten des Meisters nachweisbar: alß Erstlichen von Ihro Kaysl. Majestät Gebäu auf Schönbrunn, …
- Noch zu seinen Lebzeiten versuchte Meister Haresleben († 24. Juli 1716) ausständige Schulden einzufordern:
- Verordnung an das N:Ö:Salzamt, daß selbiges dem Johann Georg Haresleben, bürgerlicher Steinmetzmeister, auf die abermalige Beschwerde wegen seiner nacher Schönbrunn gelieferten Arbeiten denen über 14 Jahr allda angewiesen, dato aber nicht erhaltenen 2.220 Gulden … ihme schnellstens diesen Ausstand aus unterhabenden Amtsstellen bezahlen solle.[106]
- Am 2. September 1729 suchte die Wittib immer noch um dieses Geld an.
- Das kaiserliche Hofbauamt bezahlte die Steinmetzarbeiten von Maria Theresias Umbauten der Jahre 1750–1752 den Meistern Matthias Winkler, Ferdinand Mödlhammer, Gabriel Steinböck und Johann Baptist Regondi. Regondi aus dem kaiserlichen Steinbruch lieferte aus hartem Kaiserstein vor allem Stufen für die Blaue Stiege, die Kapellen-, Schnecken- und Geheimstiege und die große Weiße Stiege, ein stattliches Treppenhaus für den Hofstaat mit steinernem Geländer sowie die gartenseitige Freitreppe.[107]

1745 wurde festgelegt, dass die Eggenburger Bruderschaft die Steinlieferungen für den Schlossbau in Schönbrunn durch Steinmetzmeister Franz Leopold Farmacher organisiert.
- → Hauptartikel: „Auswahl der Steine für Bauzwecke“ im Artikel Franz Leopold Farmacher

## Kaiserstein für den Finanzfachmann Gundaker Thomas Starhemberg in seinem Palais
Das Palais Schönburg (auch: Palais Schönburg-Hartenstein und Palais Starhemberg-Schönburg) befindet sich im 4. Wiener Gemeindebezirk Wieden in der Rainergasse 11. Der Finanzfachmann Gundaker Thomas Starhemberg ließ von 1705 bis 1706 ein Palais auf dem Familiengrundstück in der damaligen Vorstadt Wieden nach dem Plan von Johann Lucas von Hildebrandt errichten. Um 1841 erwarb die Familie Schönburg-Hartenstein das Palais und ließ die Räume – mit Ausnahme der Bibliothek – umgestalten.

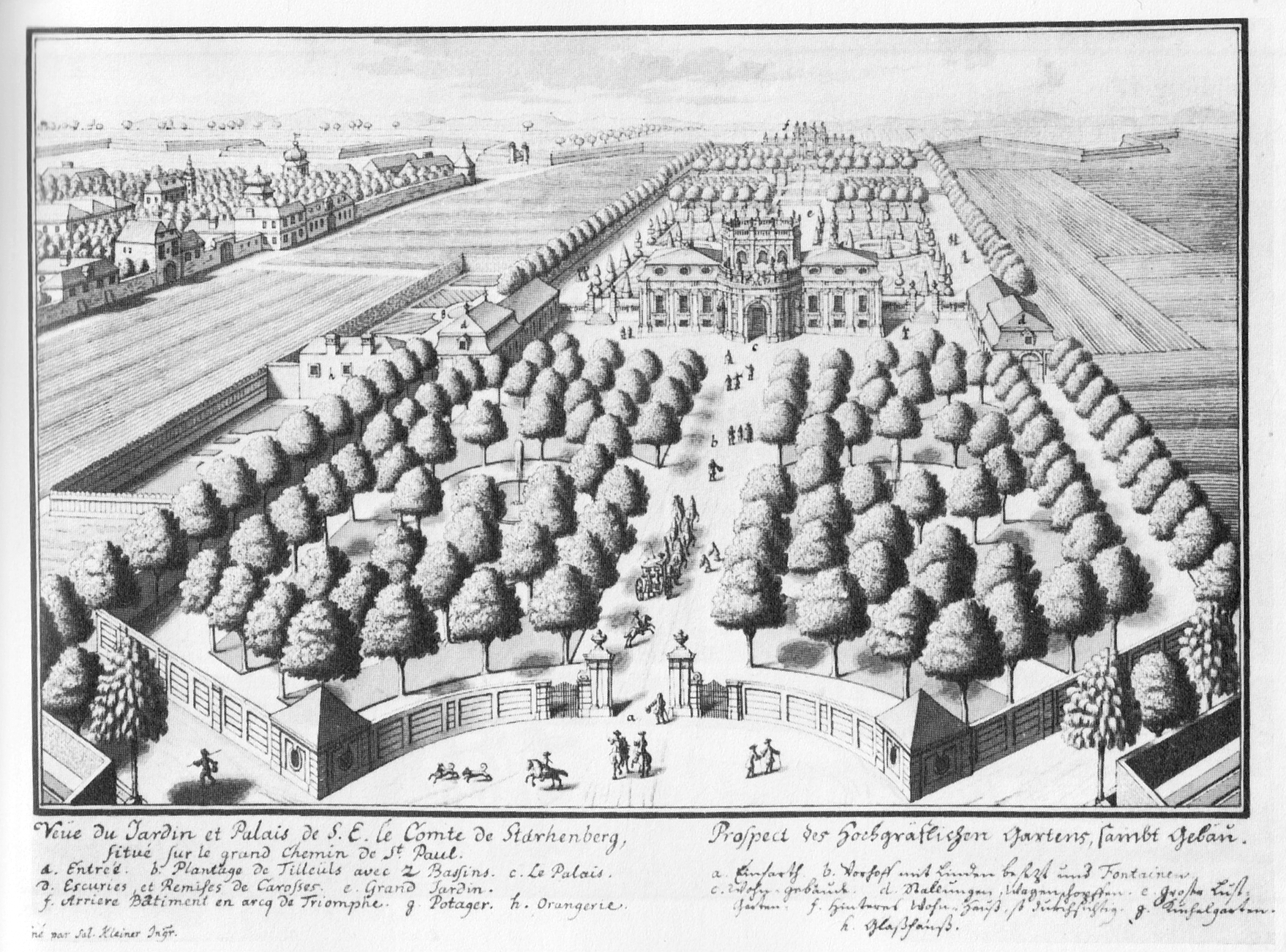
Wiener Gartenpaläste 1738
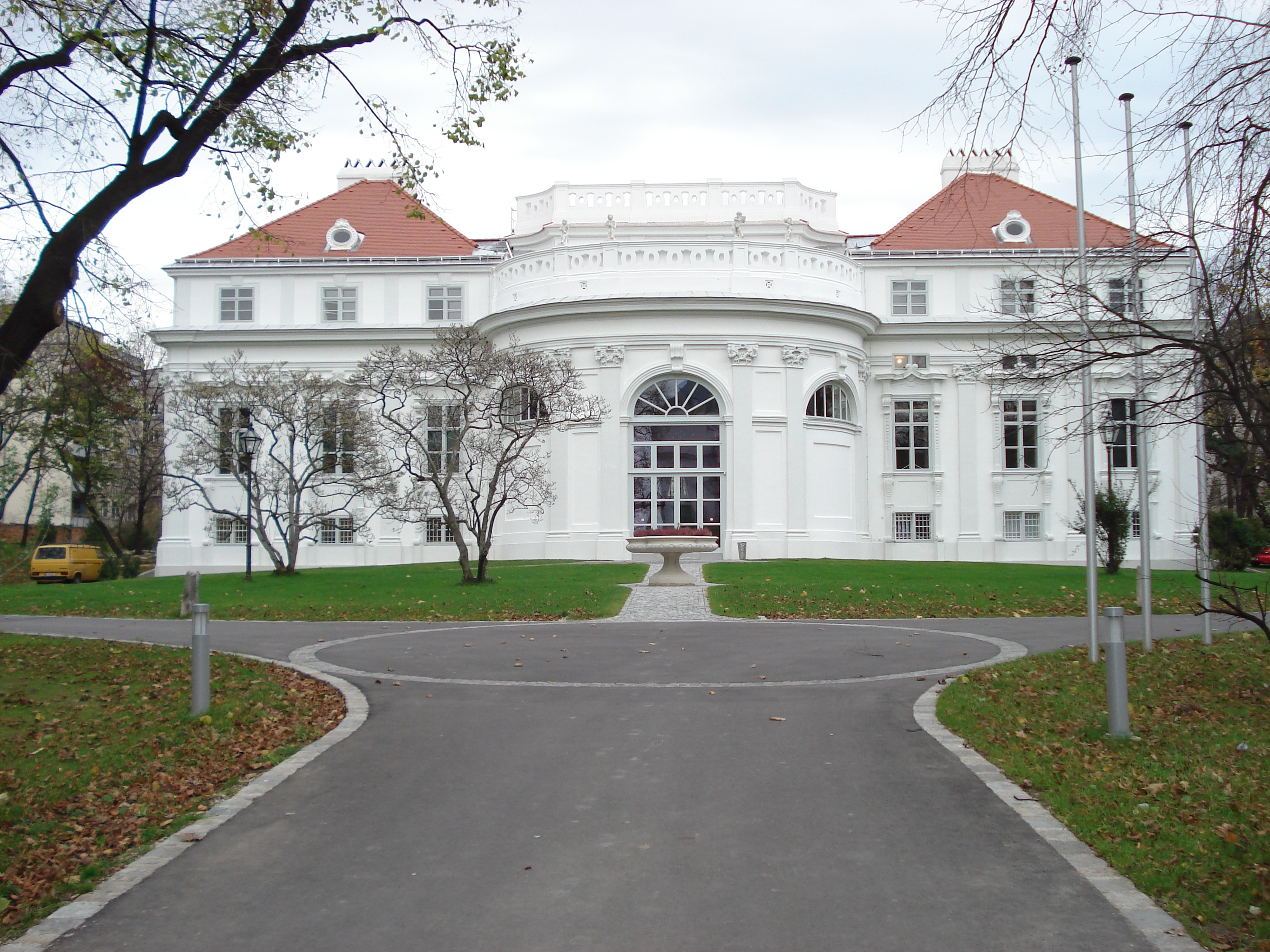
Palais Schönburg in Wien
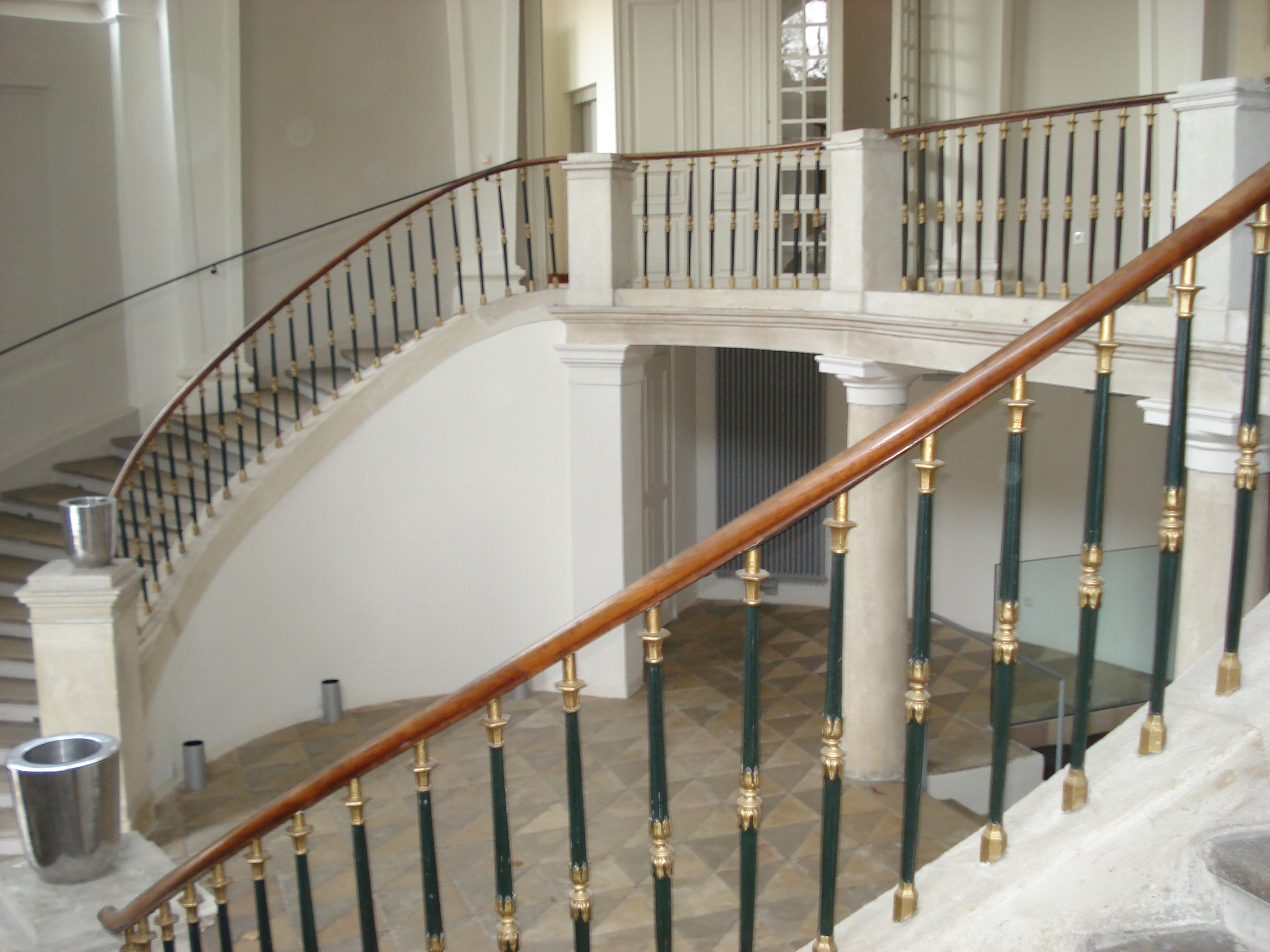
Zweiarmige Treppe
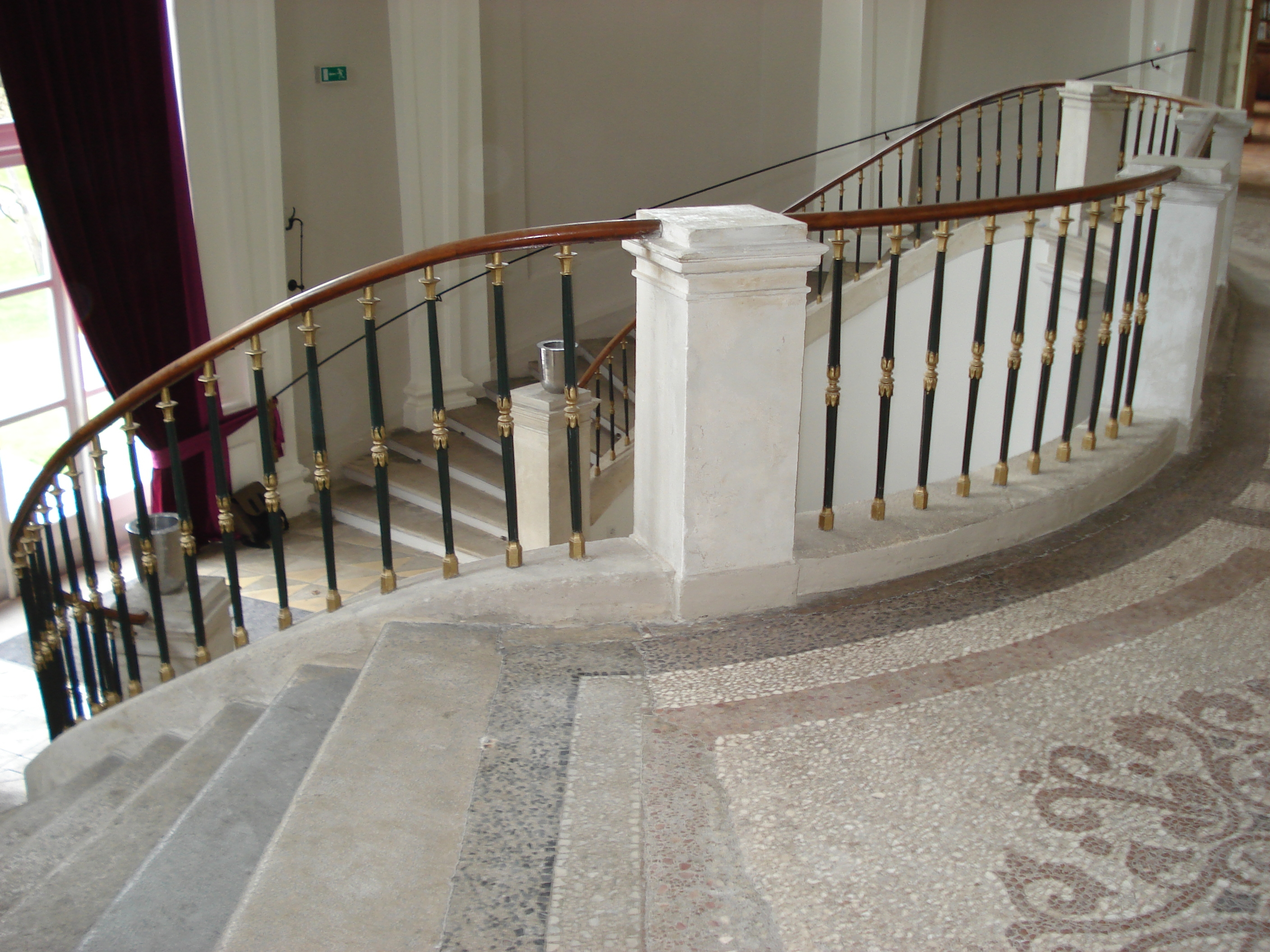
Ein anderer Blickwinkel
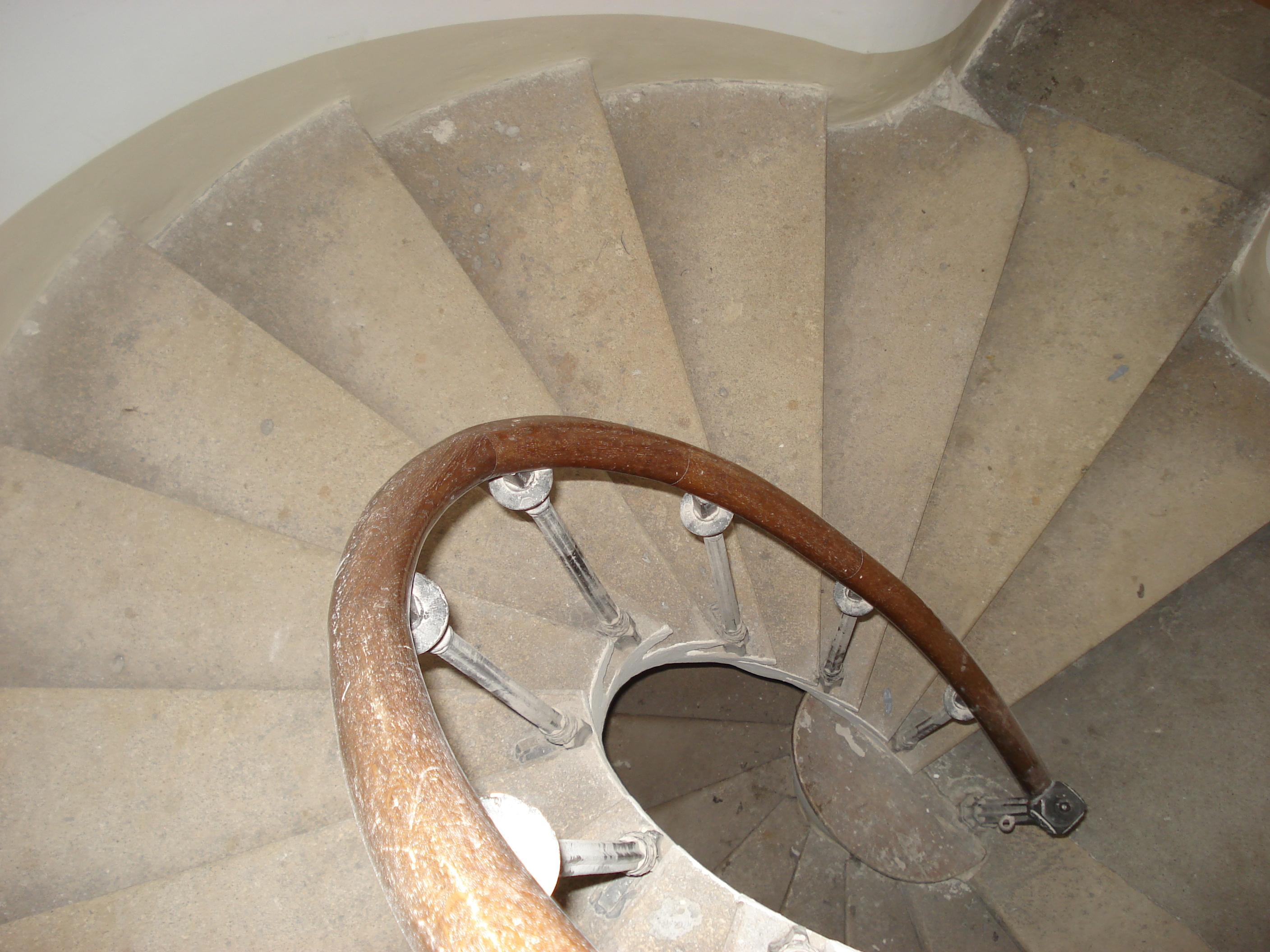
Schneckenstiege
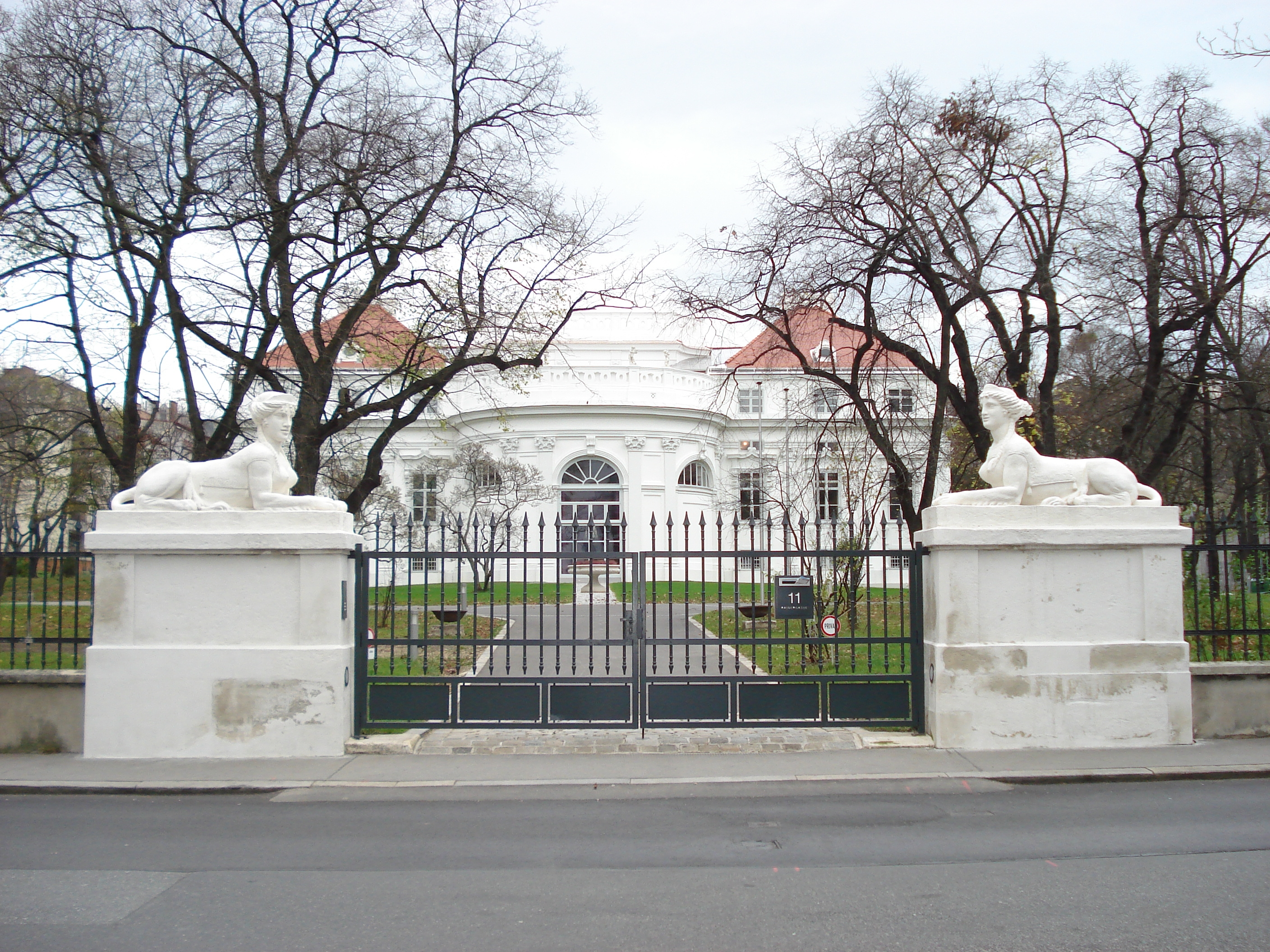
Sphingentor

Der Gartenpalast präsentiert sich als ein langgestrecktes Rechteck, das in seiner Mittelachse durch ein Queroval gegen den Vorhof erweitert wird. Das breitgezogene, mehr als ein Drittel der Palastfront einnehmende Vestibül mit einer hohen Attika war ursprünglich durch drei große, von Doppelpilastern getrennte Rundbogentore zum Außenraum hin geöffnet. Dies wurde mittlerweile geschlossen. In das Vestibül wurden beidseitig Treppenarme eingebaut, die zum Prunksaal emporführen. Die Stufen sämtlicher Stiegenanlagen, auch von zwei schmalen Wendeltreppen, sind aus dem harten Kaisersteinbruch Kaiserstein.

## Kaiserstein für Reichsvizekanzler Friedrich Carl von Schönborn in seinem Gartenpalais

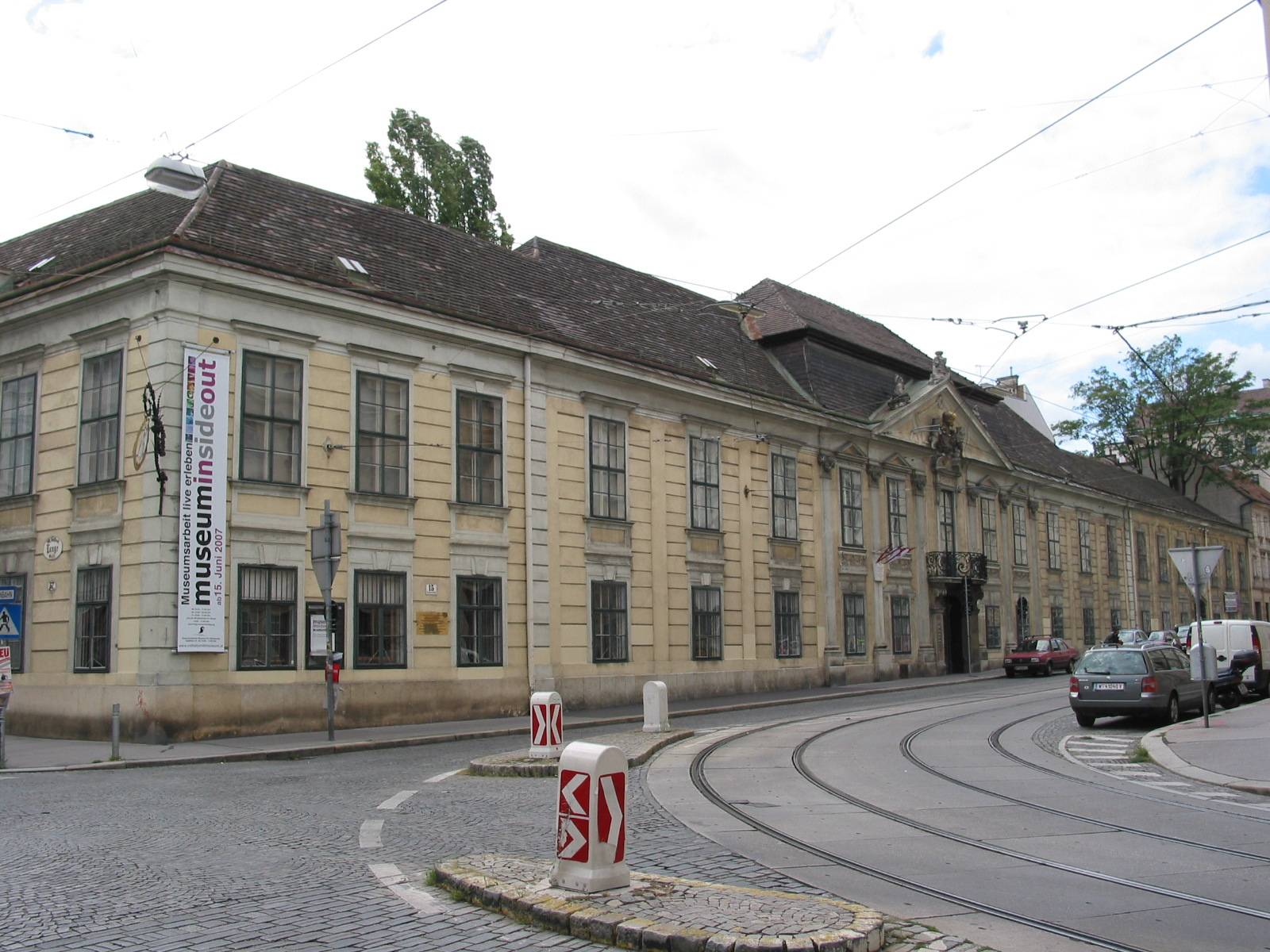
Palais Schönborn
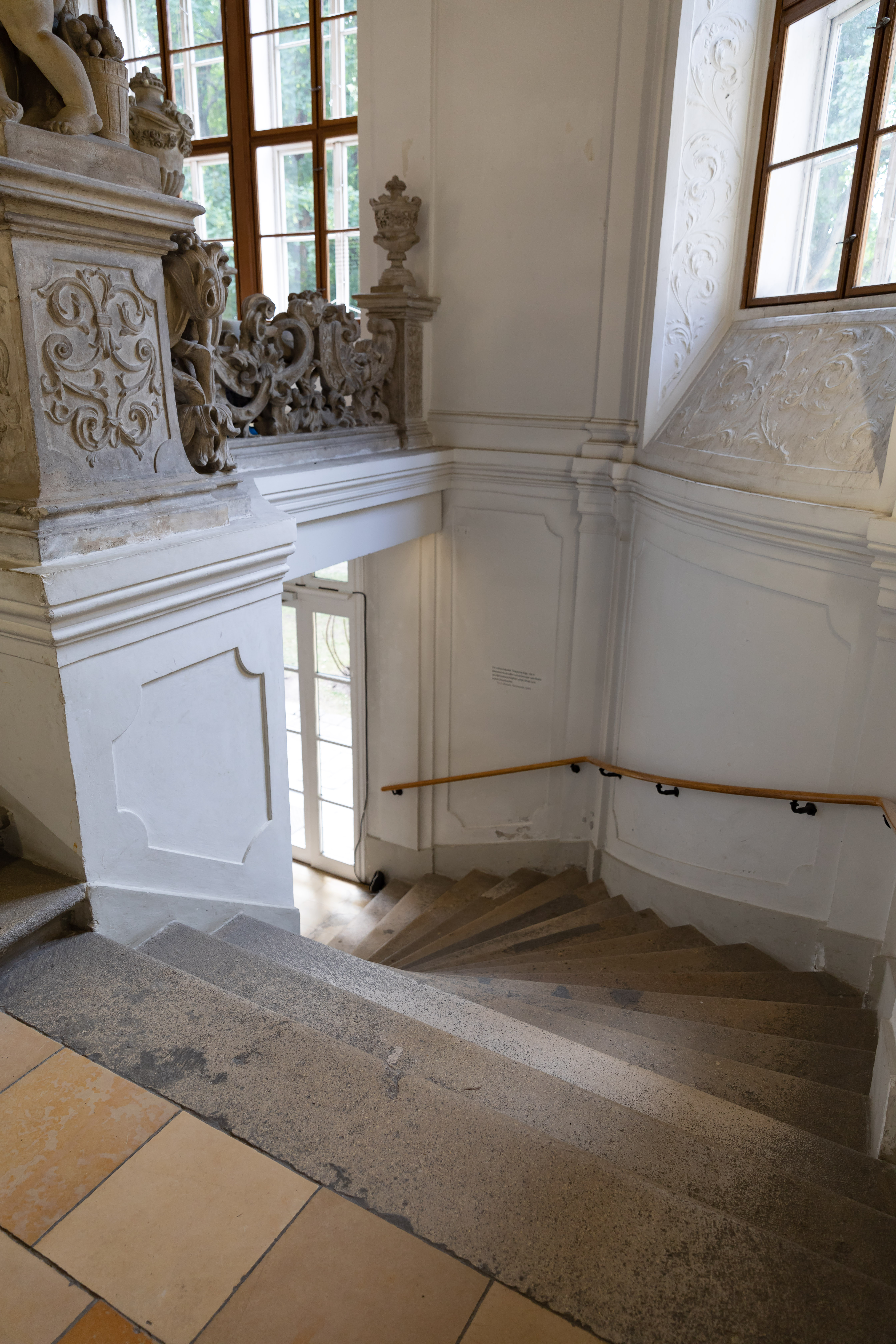
Detail der Treppe

Friedrich Carl von Schönborn beauftragte 1706 nach seiner Berufung zum Reichsvizekanzler in Wien Architekt Johann Lucas von Hildebrandt ihm in der Vorstadt ein Gartenpalais zu planen. Ausführender Baumeister war Franz Jänggl.
Die Stufen der kunstvoll gestalteten, zweiläufigen Treppe wurden aus dem Kaisersteinbrucher Kaiserstein gefertigt.
1714 erfolgte die Fertigstellung des Palais. Die Innenausstattung wurde großzügig gewählt, bald war das Palais ob seiner Gemäldesammlung sowie seiner Tulpenzucht berühmt. Im Jahre 1725 erwarb Schönborn ein angrenzendes Grundstück und ließ Haus und Garten ausbauen.

## Kaiserstein für Fürst Paul I. Esterházy (1635–1713) beim Bau des Kalvarienberges von Eisenstadt

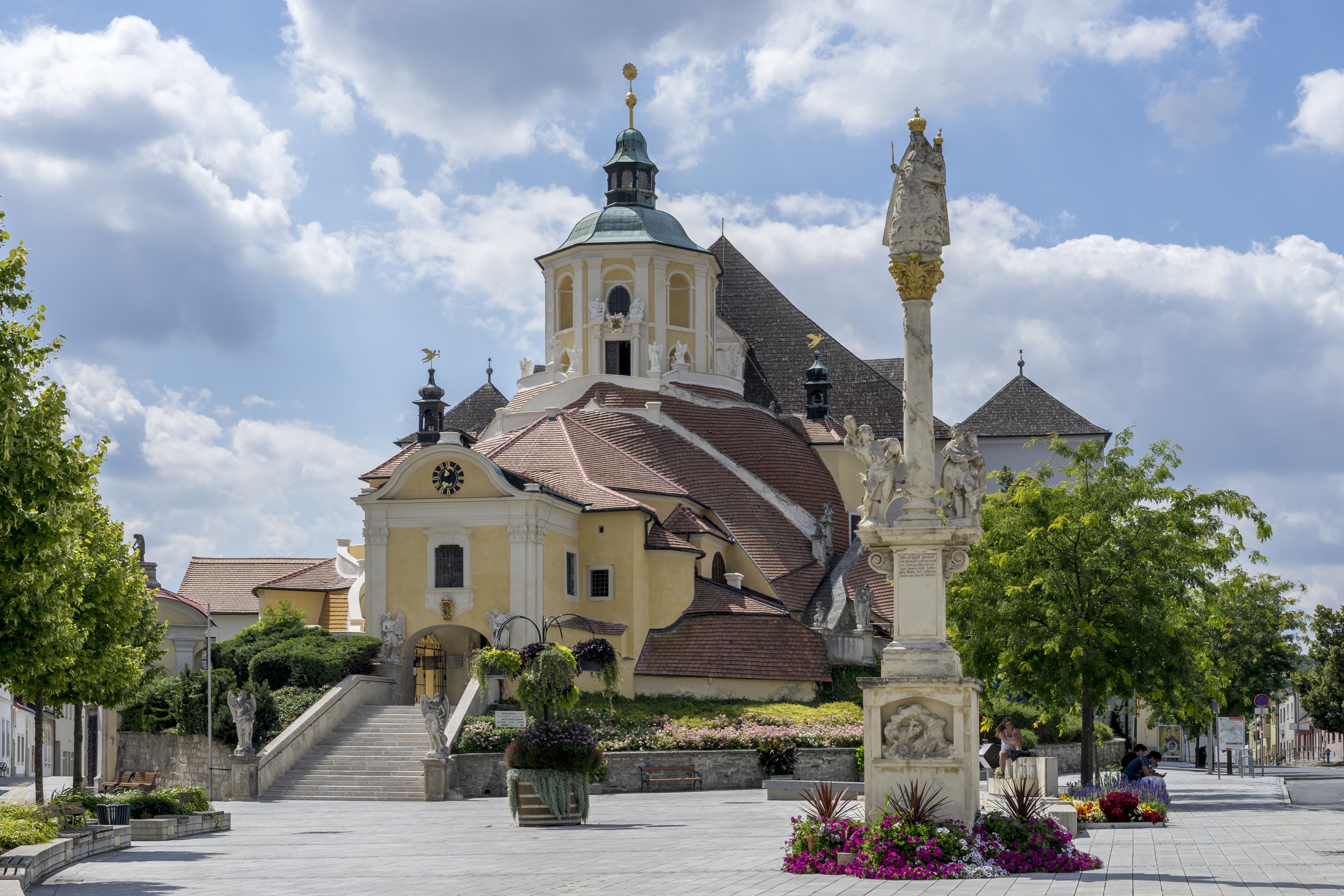
Der Kalvarienberg in Eisenstadt

Der Kalvarienberg in Eisenstadt ist ein aus Steinen errichteter Berg, in dem Treppen und dunkle Gänge an Nischen, Grotten und kleinen Kapellen vorbeiführen. Darin wird anhand von Figurengruppen die Leidensgeschichte Christi dargestellt. Der Kalvarienberg entstand zu Beginn des 18. Jahrhunderts. An den Kalvarienberg ist die Berg- bzw. Haydnkirche angebaut. Der Auftraggeber des Kalvarienberges war Fürst Paul I. Esterházy (1635–1713).
Vom Vorplatz führt eine Freitreppe zur Eingangskapelle, der sogenannten Gnadenkapelle. Den Treppenbeginn und das Rundbogenportal der Vorhalle flankieren je zwei Engelfiguren. Vor allem für den Stiegenaufgang wurden Steine aus Kaisersteinbruch verwendet.
Steinmetzmeister Johann Georg Haresleben bestimmte in seinem Testament vom 22. Juli 1716 .. nicht minder auf dem Calvariberg zu der Eisenstadt um Anwendung zu dessen Kirchengebäude, vermache ... 30 Gulden. Es ist wohl möglich, dass Haresleben bei diesem Auftrag mitgearbeitet hat.

## Kaiserstein für Palatin Paul I. Esterházy de Galantha, die Wallfahrtskirche „Zur Unbefleckten Empfängnis“ in Loretto in Ungarn
Sensation in Loretto: Madonna gefunden. Die Gnadenkapelle neben der Basilika Loretto wird derzeit renoviert. Im Zuge dieser Arbeiten entdeckte man im Altar eine mehr als 300 Jahre alte Marienstatue. Der Sensationsfund beschäftigt nun das Bundesdenkmalamt. Frage nach dem Stein? Steinerkundung mit Meister Konrad Wiener von Mannersdorf.
, auch das Steinmetzhandwerk zu Loretto.
Der Grundherr Rudolf von Stotzingen ließ Mitte des 17. Jahrhunderts ein Gotteshaus erbauen. Die Türken brannten es 1683 nieder; die Gnadenstatue konnte nach Burg Forchtenstein in Sicherheit gebracht werden. Den Wiederaufbau dieser Kirche finanzierte Palatin Paul I. Esterházy. Die Neuweihe mit der zurückgebrachten Gnadenstatue erfolgte 1707. Die bestehende Fassade wurde 1738 abgetragen und bis 1740 die Zweiturmfassade errichtet.
Im Mai 1735 stifteten Steinmetzmeister Elias Hügel und Ehefrau Catharina Unser lieben Frauen zu Maria Loretha in Hungarn ein Capital von 800 Gulden. (Zum Vergleich: Fürst Esterházy mit 1.000 Gulden) Damit ist es so gut wie sicher, dass er den Kirchenbau mitfinanziert und Aufträge erhalten hat.
Bei der Wiener Karlskirche war neben dem Kaiserstein auch der Lorettokalk beteiligt. Einige Beispiele:
1716 ließ Elias Hügel Steinplatten aus Loretto (aus seinem Steinbruch?) zur Kirche transportieren. 1718 erhielt Steinmetzmeister Johann Georg Deprunner von Loretha 200 Gulden Aconto für Steinmetzarbeiten. Er fertigte die Tamboursäulen der Kuppel.
Die Dreifaltigkeitssäule im Stift Heiligenkreuz (Vertrag vom 4. Oktober 1729) ist ein Beispiel für die virtuose Verwendung unterschiedlicher Steinmaterialien, des harten weißen Kaisersteins für Sockel und Postament, des weicheren Loretto Steins für die Pyramide und des Zogelsdorfer Steins für die Bildhauerarbeiten, ein Höhepunkt hochbarocker Kunst.

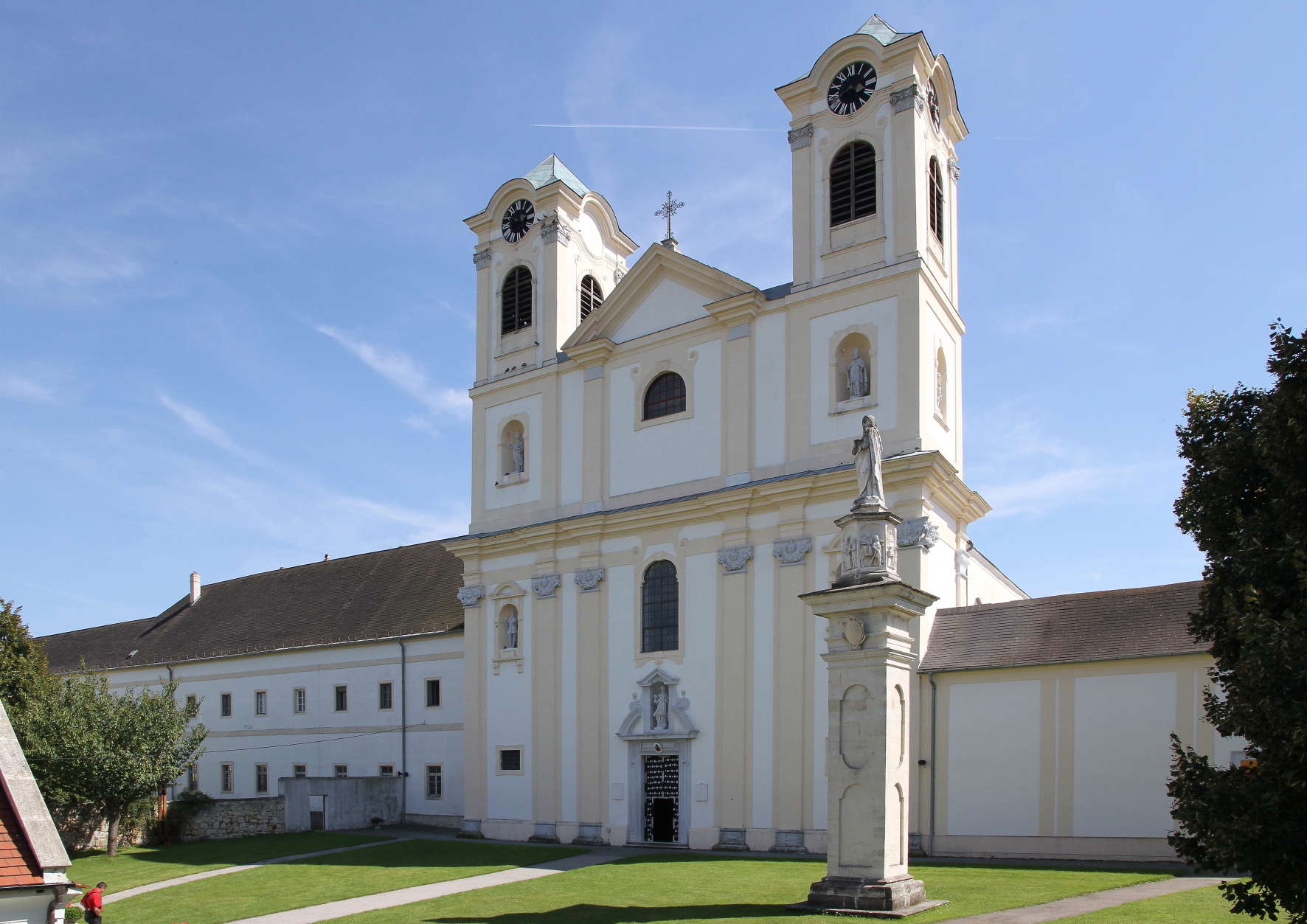
Wallfahrtskirche Maria Loretto
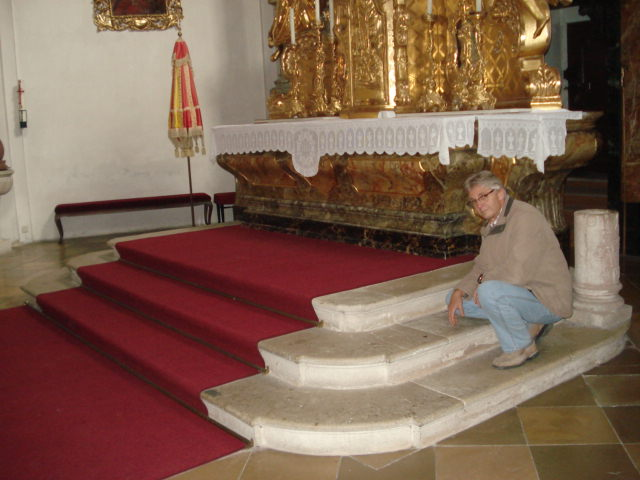
Hochaltar Altarstufen Kaiserstein.
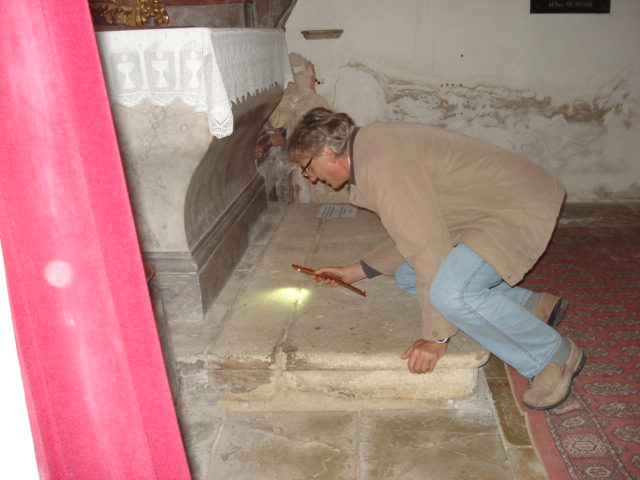
Seitenaltar Altarstufen, im Hintergrund die gefundene Statue.
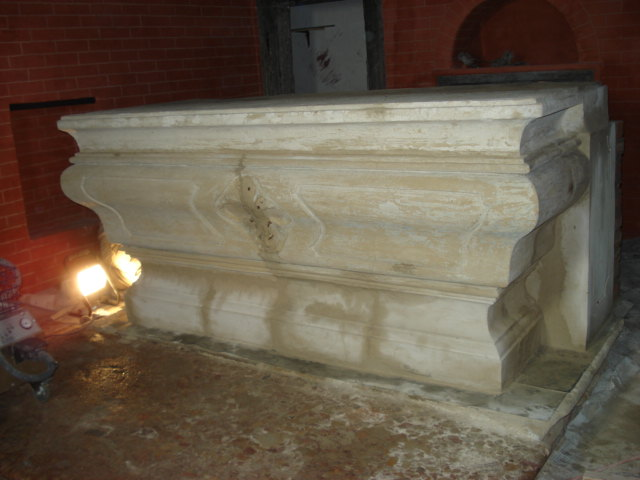
Altarmensa der Loretto-Kapelle, Loretto-Stein
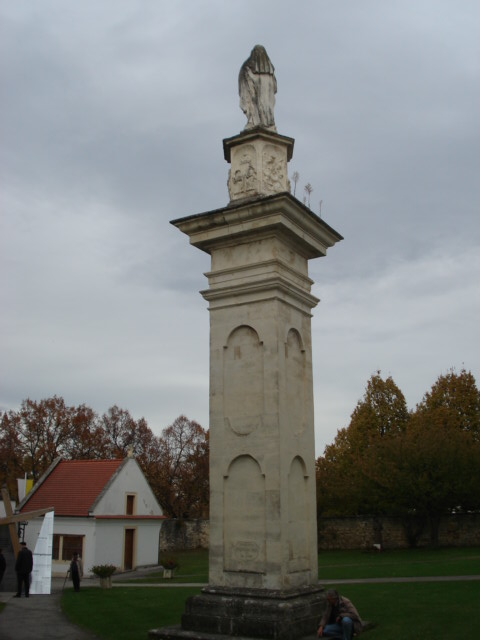
Mariensäule
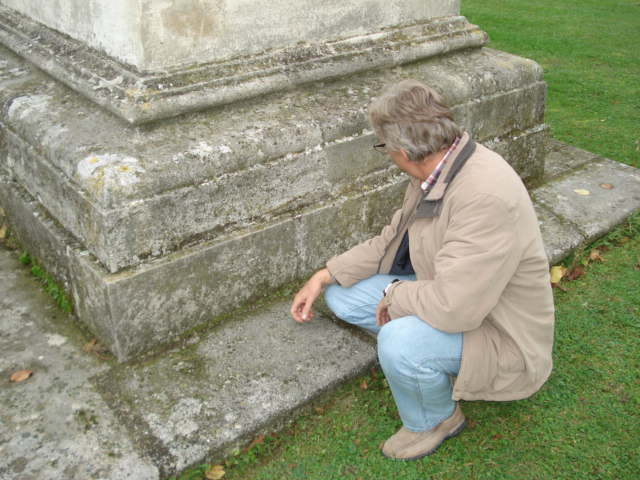
Mariensäule Sockel Kaiserstein

## Kaiserstein für Graf Aloys Thomas Raimund von Harrach im Schloss Prugg

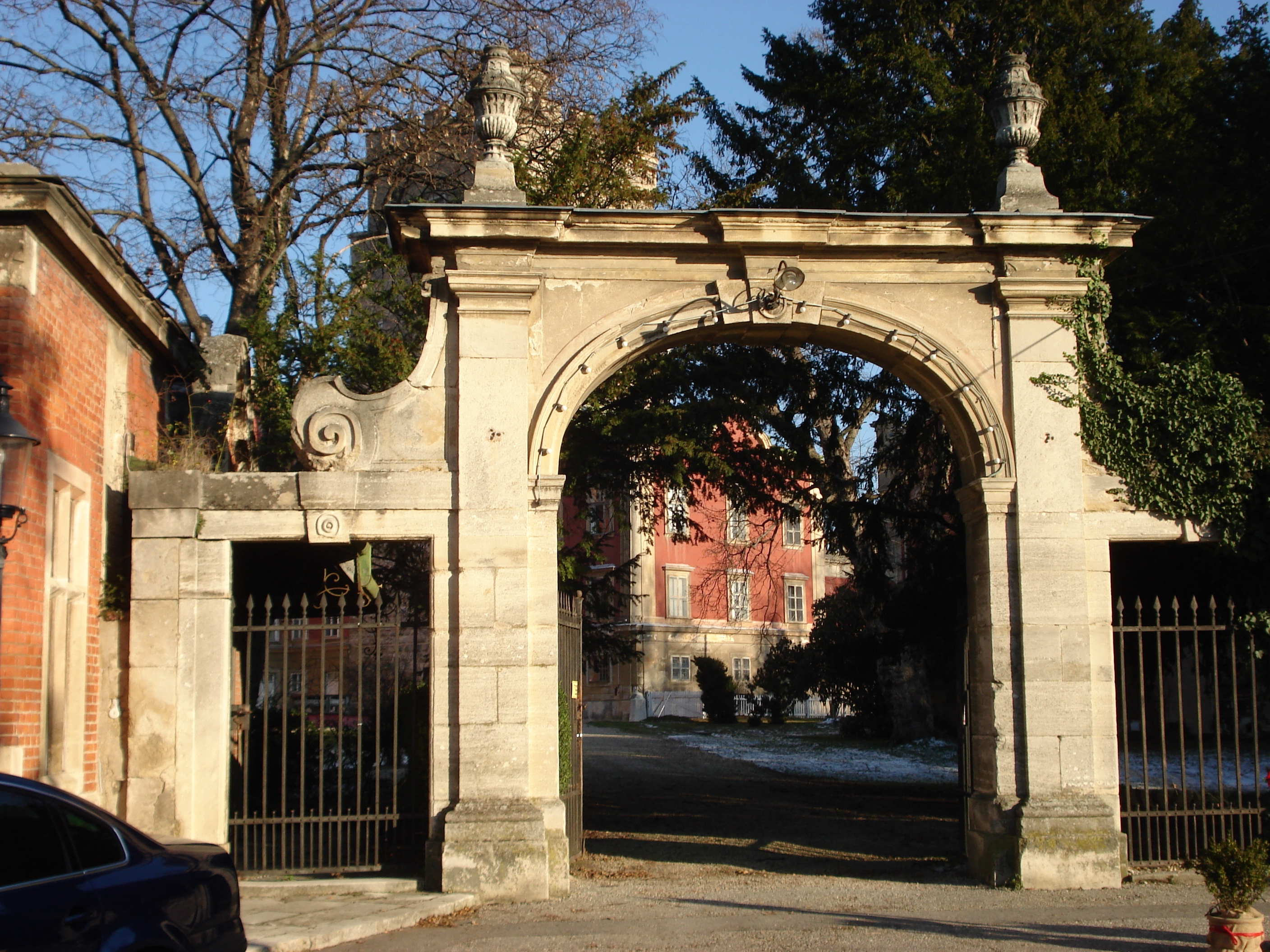
Schloss Prugg, Portal von Passerini, 2007

Von 1707 an hat Graf Aloys Thomas Raimund von Harrach, Landmarschall in Niederösterreich, ein älteres Schloss auf seinem Herrschaftsbesitz in Bruck an der Leitha durch den Architekten Johann Lucas von Hildebrandt umzubauen begonnen. Einer der beim Schloss Prugg tätigen Künstler war der Bildhauer und Steinmetzmeister Giovanni Battista Passerini aus dem kayserl. Steinbruch.
Korrespondenz des Grafen mit seinem Kammerdiener Friedrich Koch:
* 6. Juni 1708 … dass ich gestern mit Jean Luca (Hildebrandt) zu Bruck bin gewesen, welcher die verfertigten Steiner vom Passerini auf das Tor hat aufsetzen lassen … * 23. Juni 1708 … des Passerini Steiner sind auch verfertigt …
Im Verzeichnis der Steinmetzarbeit des Paul Kögl, Steinmetzmeister in Bruck an der Leitha, der Hinweis auf die Kayßer Steinbröcherische Schneckenstiegen im Schlossgebäude.
Im Verzeichnis 1710 von Steinmetzmeister Johann Georg Haresleben: 4 große Streifstein und 3 Zoll dicke Pflasterplatten im Pferdestall vom harten Kayser Steinbrucher Stein.

## Kaiserstein für Generalfeldmarschall Graf von Mercy in seinem Herrschafts-Haus in Bruck a. d. Leitha
In seiner Dissertation Johann Lucas von Hildebrandt – Ergänzende Forschungen zu seinem Werk schrieb der Kunsthistoriker Wilhelm Georg Rizzi (ehem. Präsident des Bundesdenkmalamtes) dieses Gebäude ebendiesem berühmten Architekten zu.

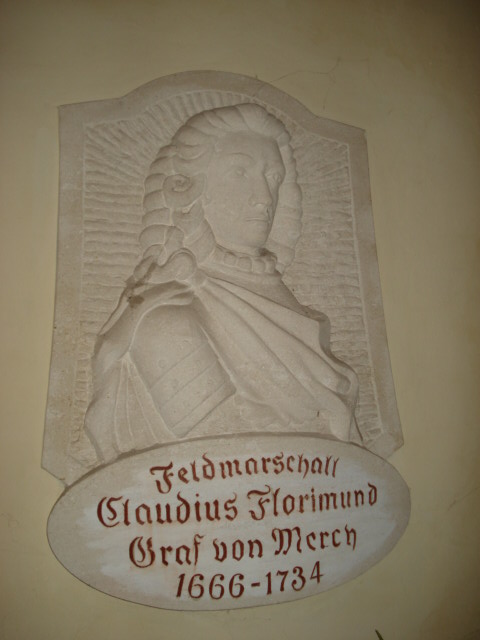
Feldmarschall Graf von Mercy
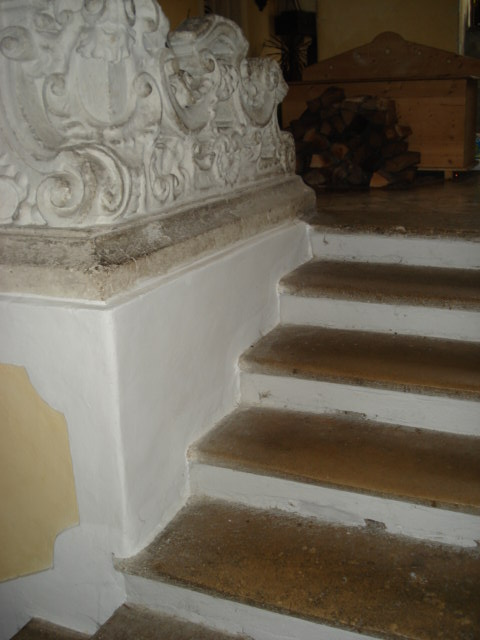
Treppe mit Steingeländer
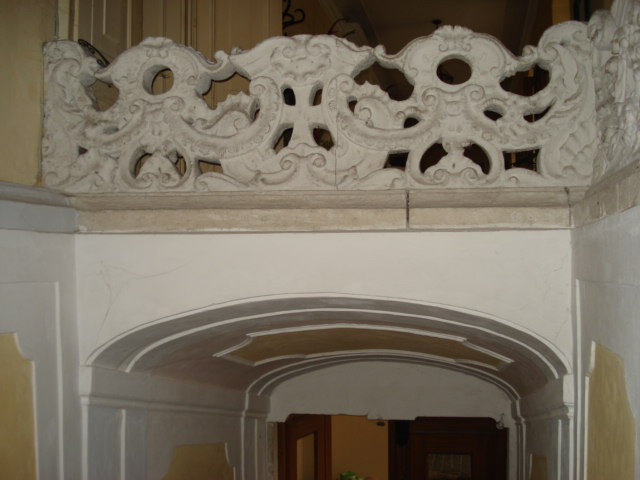
Das überaus reichhaltige Steingeländer
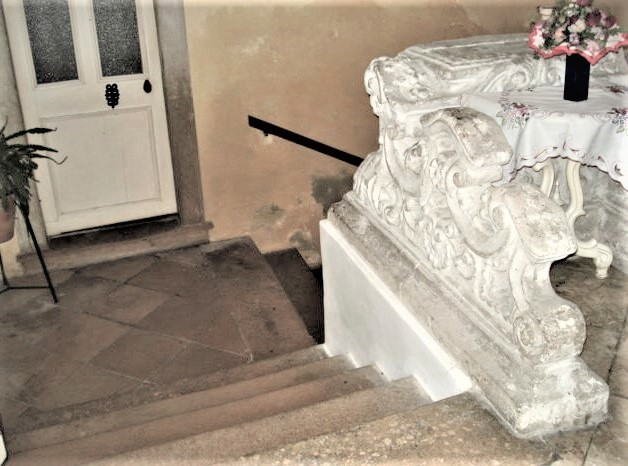
Treppenende
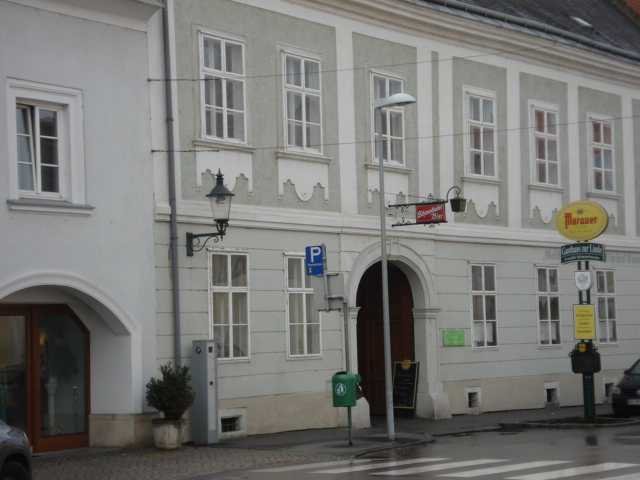
Gasthof zur Linde, denkmalgeschützt
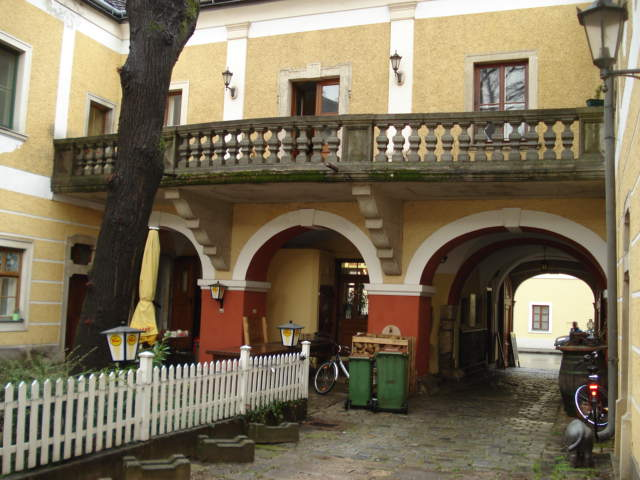
Innenhof, Altane mit Steinbalustraden

Alle Fenster und Türen sind steingerahmt (Kaiserstein), in der nordöstlichen Ecke unter den Arkaden ist der Eingang zur sogenannten Herrschaftsstiege. Eine ganz außergewöhnliche prächtige Treppenanlage mit überaus reichem Steingeländer „in der Art Hildebrandt“, des barocken Baukünstlers, bestehend aus prächtig geschwungenen Ornamenten mit phantasievollen Durchbrechungen, am Ende Waffenembleme.
Die ausgedehnte Anlage des Gasthofs wurde in der 1. Hälfte des 18. Jahrhunderts über einer wesentlich älteren Grundlage ausgebaut und erhielt damals ihre monumentale Straßenfront. Die Durchfahrt weist ein Kreuzgratgewölbe aus dem 16. Jahrhundert auf; auch die Gewölbe einiger Räume gehen bis in diese Zeit zurück. Das Gebäude steht unter Denkmalschutz.

## Steinbruchpächter im kaysl. Steinbruch 1710
Im „Dienstbuch der Herrschaft Königshof“ – 1710 sind die Namen der Steinbruchpächter festgehalten:
Giovanni Battista Passerini (im Jahr seines Todes 1710, seit 1700 Richteramt) 3 Steinbrüche
der „junge“ Elias Hügel 1 Steinbruch
Johann Georg Haresleben 2 Steinbrüche
Johann Paul Schilck 1 Steinbruch
Sebastian Regondi 2 Steinbrüche und
Johann Baptist Kral 1 Steinbruch. Insgesamt also 10 Steinbrüche.

## Kaiserstein für den König von Böhmen Joseph I. in seiner böhmischen Hofkanzlei in Wien
Das Palais der Böhmischen Hofkanzlei wurde 1709–1714 nach Plänen von Johann Bernhard Fischer von Erlach in der Formensprache des Hochbarock auf der Wipplingerstraße errichtet.
Die Zweckwidmung des Palais war zu erkennen: durch einen Löwen (als dem böhmischen Wappentier), der auf dem Giebel thront, durch einen Löwenkopf, der das Eingangstor bewacht, sowie durch die Wappen der böhmischen Länder über dem Piano Nobile.
Steinmetzaufträge erhielten die Meister Giovanni Battista Passerini und Johann Georg Haresleben aus Kaisersteinbruch, harter Kaiserstein wurde insbesondere für die Löwen-Stiege verwendet. Beide hatten sie Bezug zum verstorbenen Hofsteinmetzmeister Ambrosius Ferrethi. Passerini war ja ein (italienischer) Böhme, er starb im Jahr darauf, daher übernahm Haresleben.

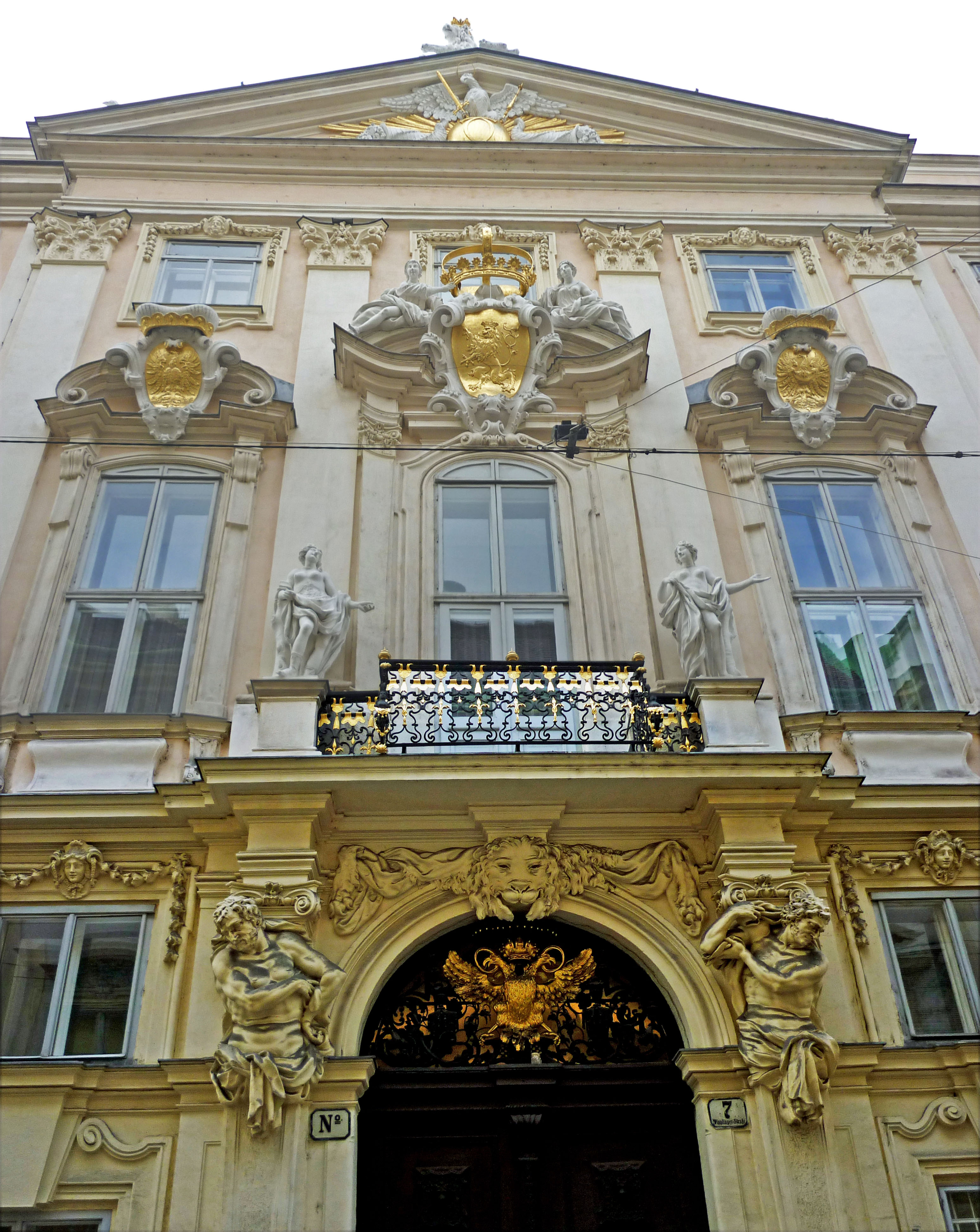
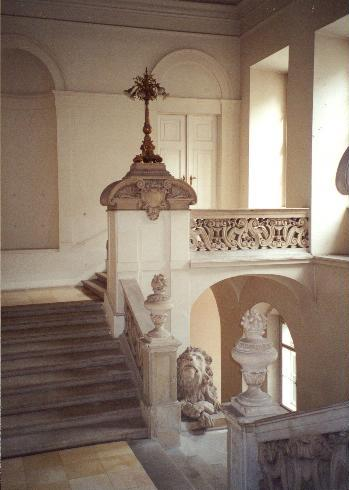
Löwenstiege
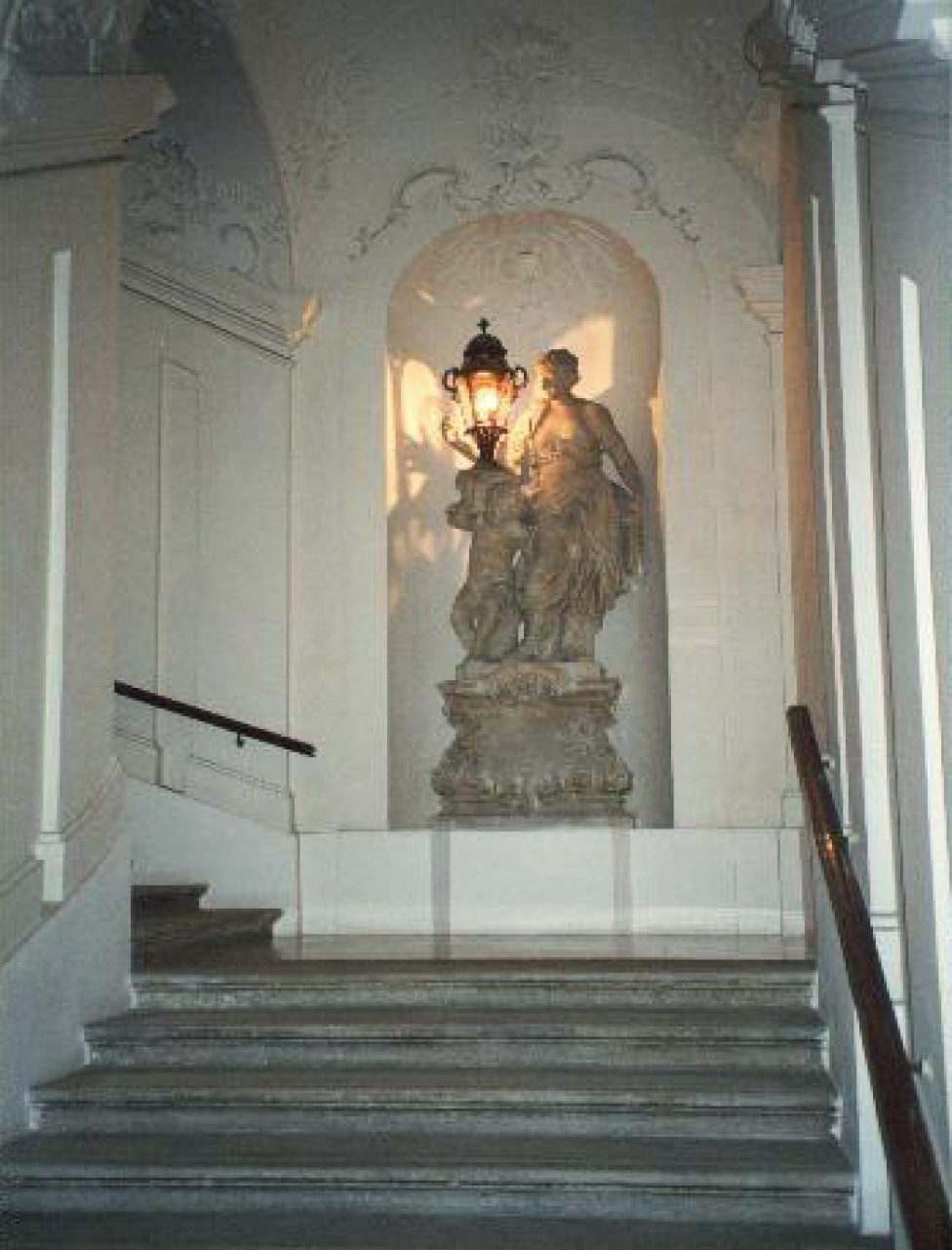
Puttenstiege
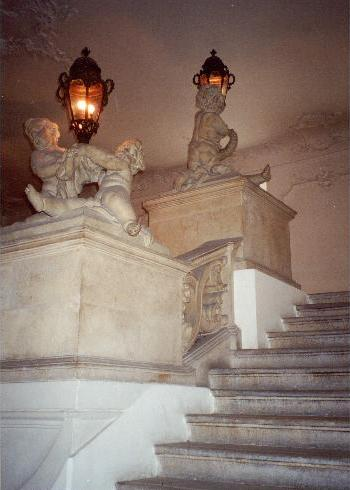

Architekt Matthias Gerl wurde mit der notwendigen Erweiterung des Palais beauftragt. Er verdoppelte
1751–1754 das Palais nach Westen hin symmetrisch, sodass das Palais in seiner ursprünglichen Hauptfront zur Wipplingerstraße nunmehr zwanzig Achsen mit zwei giebelbekrönten Risaliten aufweist. Steinmetzmeister Johann Michael Strickner aus Kaisersteinbruch lieferte die Stiegenstaffel für die Putten-Stiege.

## Kaiserstein für die Ordensgemeinschaft der Barnabiten im Großen Michaelerhaus

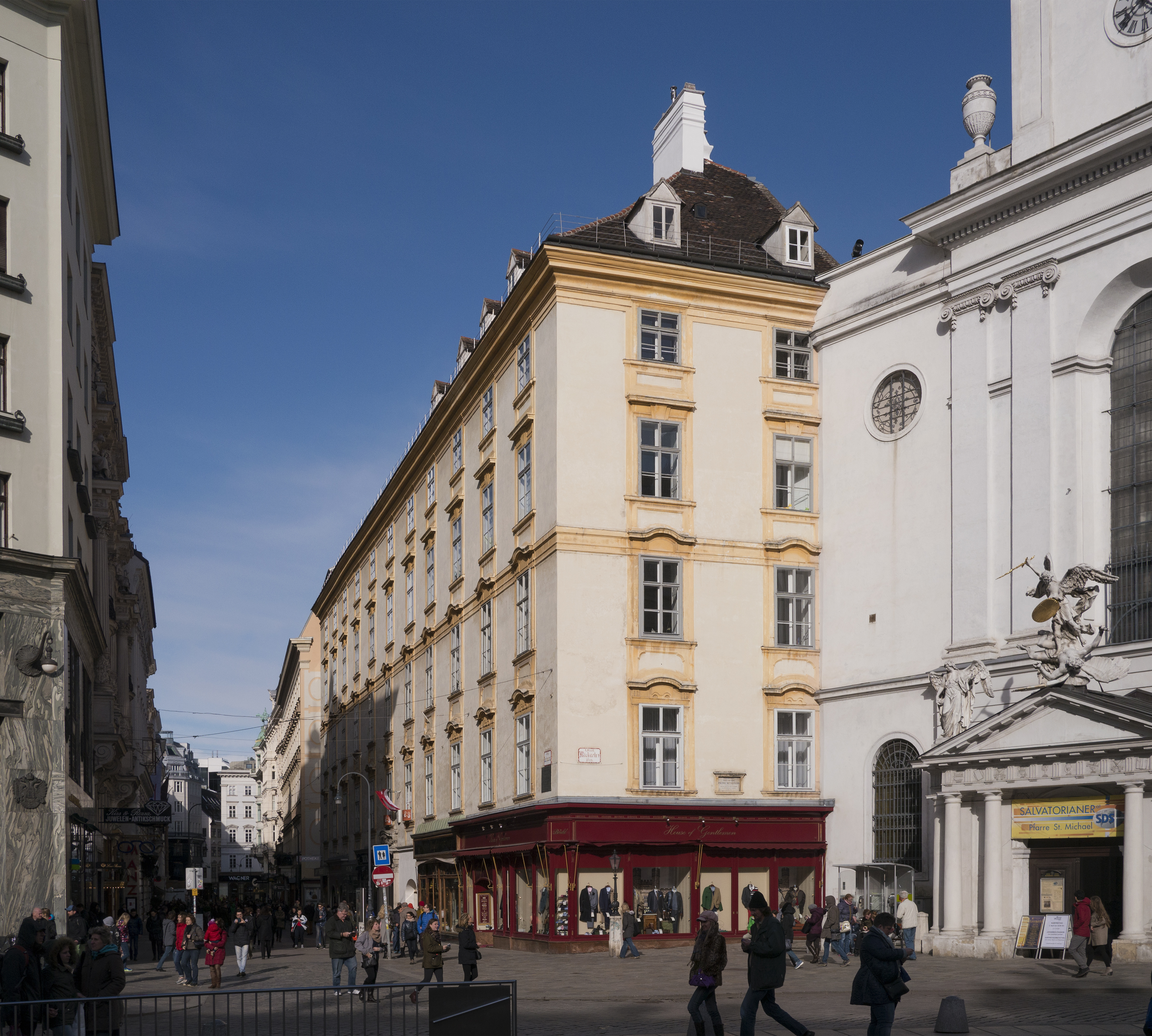
Großes Michaelerhaus
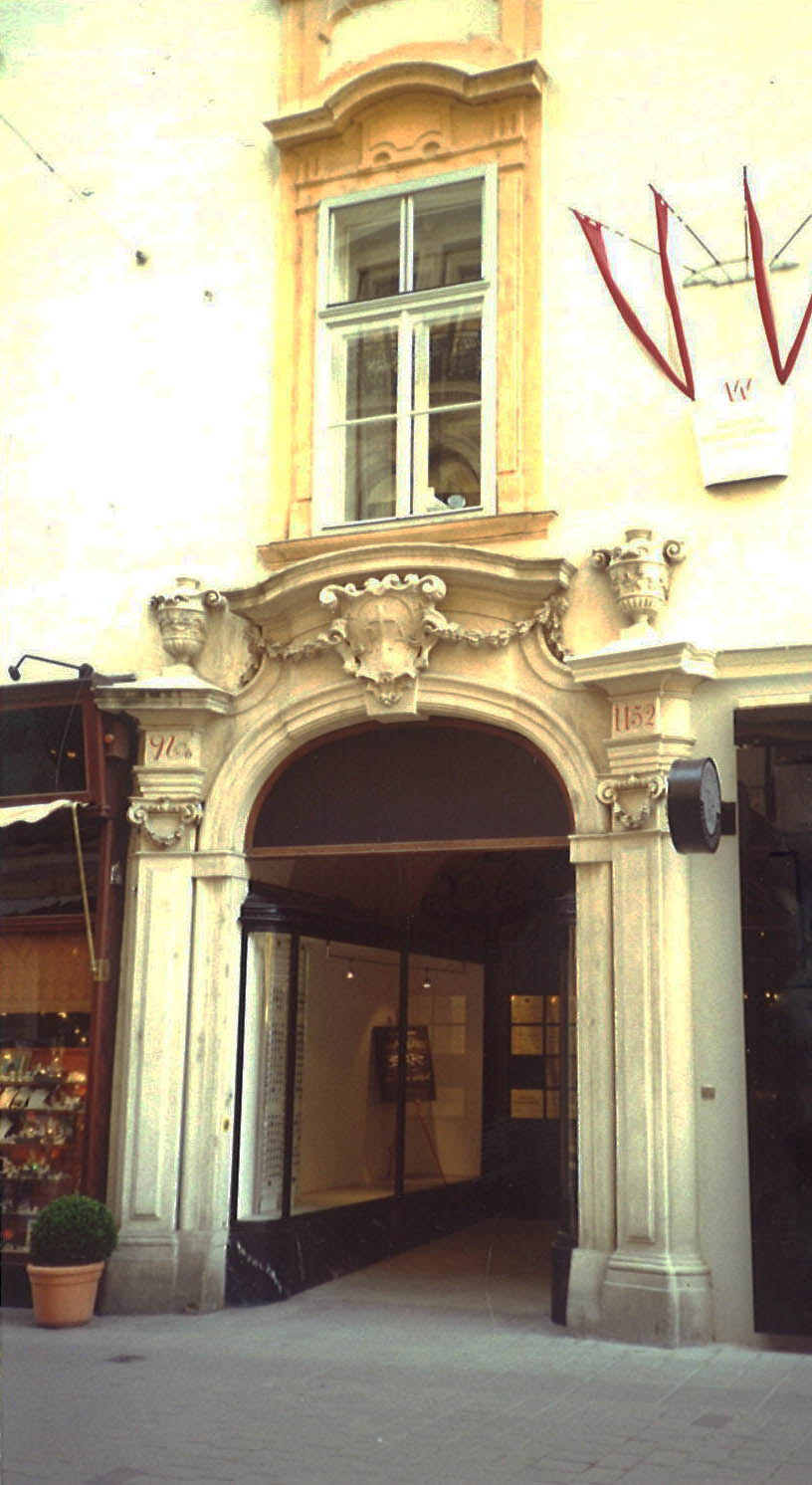
Kohlmarkt 11

Auf dieser Parzelle, Kohlmarkt 11/Michaelerplatz 4, standen einst mehrere Gebäude, sie fielen alle am 17. Oktober 1704 einem Brand zum Opfer. Die Barnabiten errichteten darauf einen Neubau, der vor 1710 (Ansicht auf dem Stadtplan von Steinhausen) vollendet war und größtenteils als Zinshaus genutzt wurde. Gesehen wurde eine Treppe mit schönen, weißen Kaisersteinstufen.

## Kaiserstein für Reichsvizekanzler Friedrich Karl von Schönborn im Neuen Schloss Laxenburg
Im Auftrag von Reichsvizekanzler Friedrich Karl von Schönborn erfolgte von 1710 bis 1720 der Ausbau durch Lucas von Hildebrandt. 1762 kam es in Besitz Maria Theresias, und der „Blaue“-Hof wurde durch Nikolaus Pacassi großzügig ausgebaut.
- In der Säulenhalle und der großen Treppe wurde weißer, harter Kaiserstein verwendet.

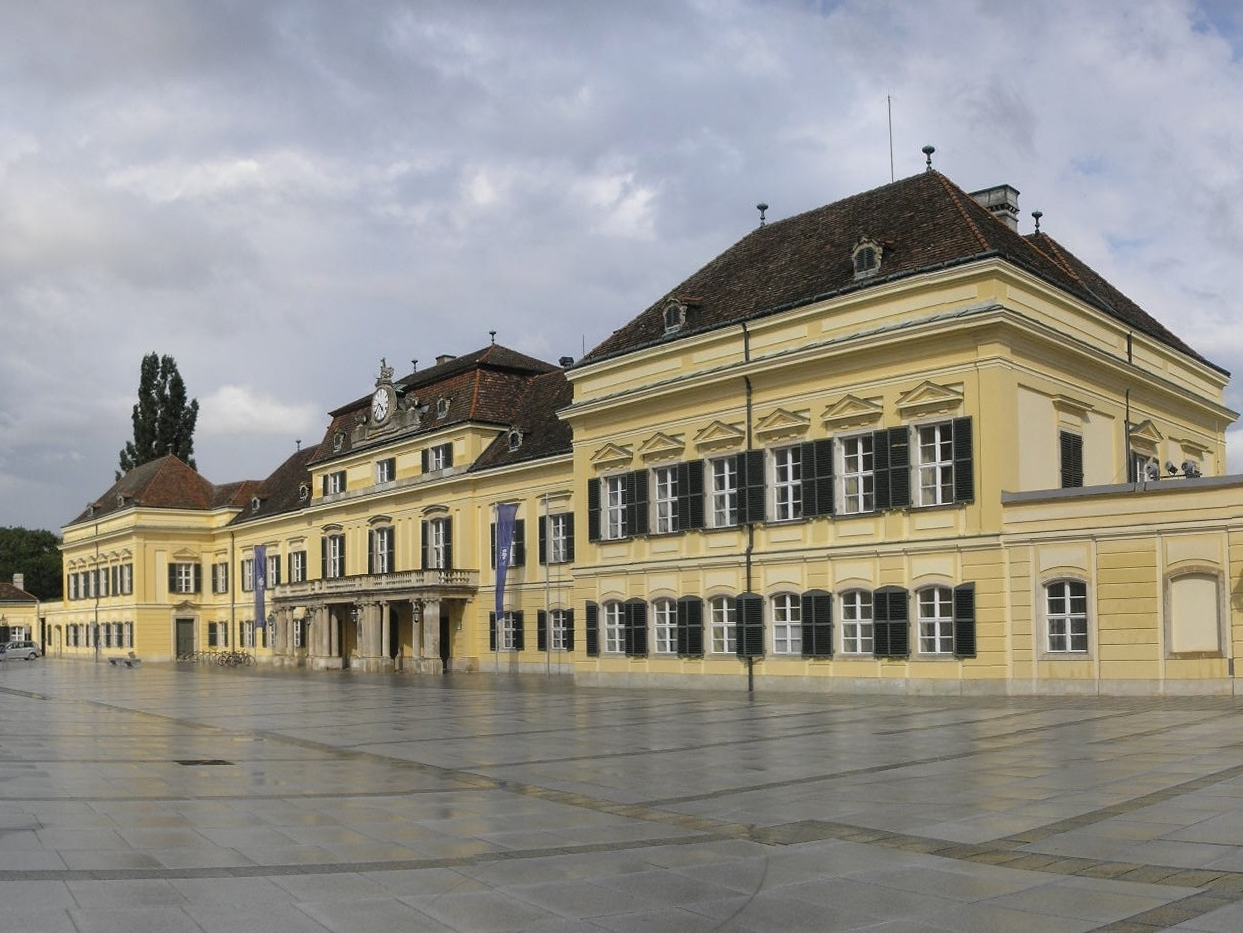
Blauer Hof
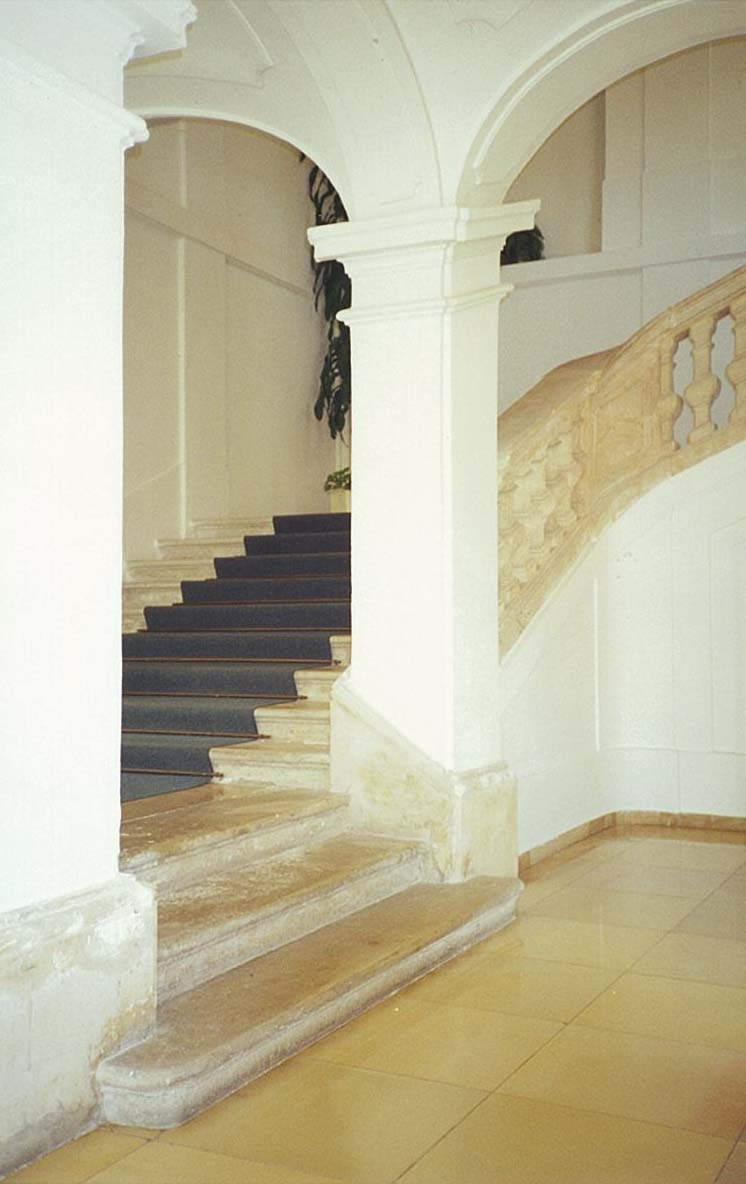
Seitlicher Aufgang
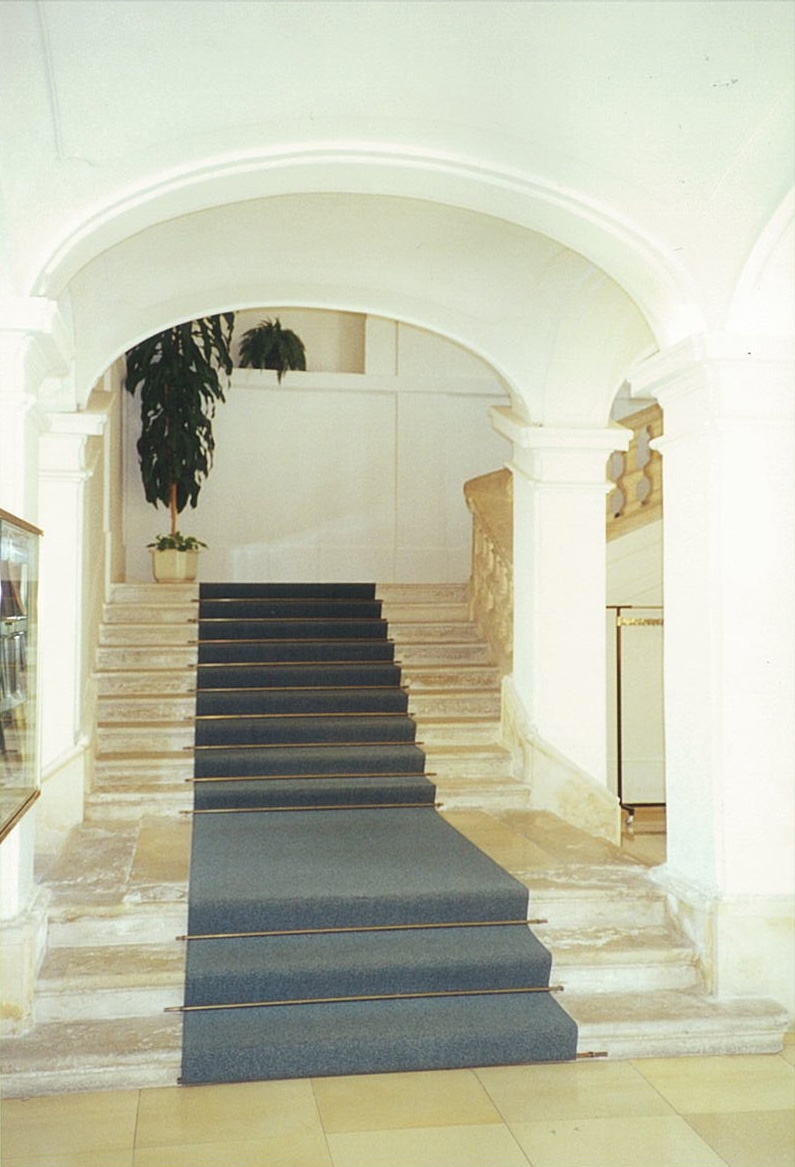
Prunktreppe

## Kaiserstein für das Prieschenkische Haus in der Kurrentgasse 12

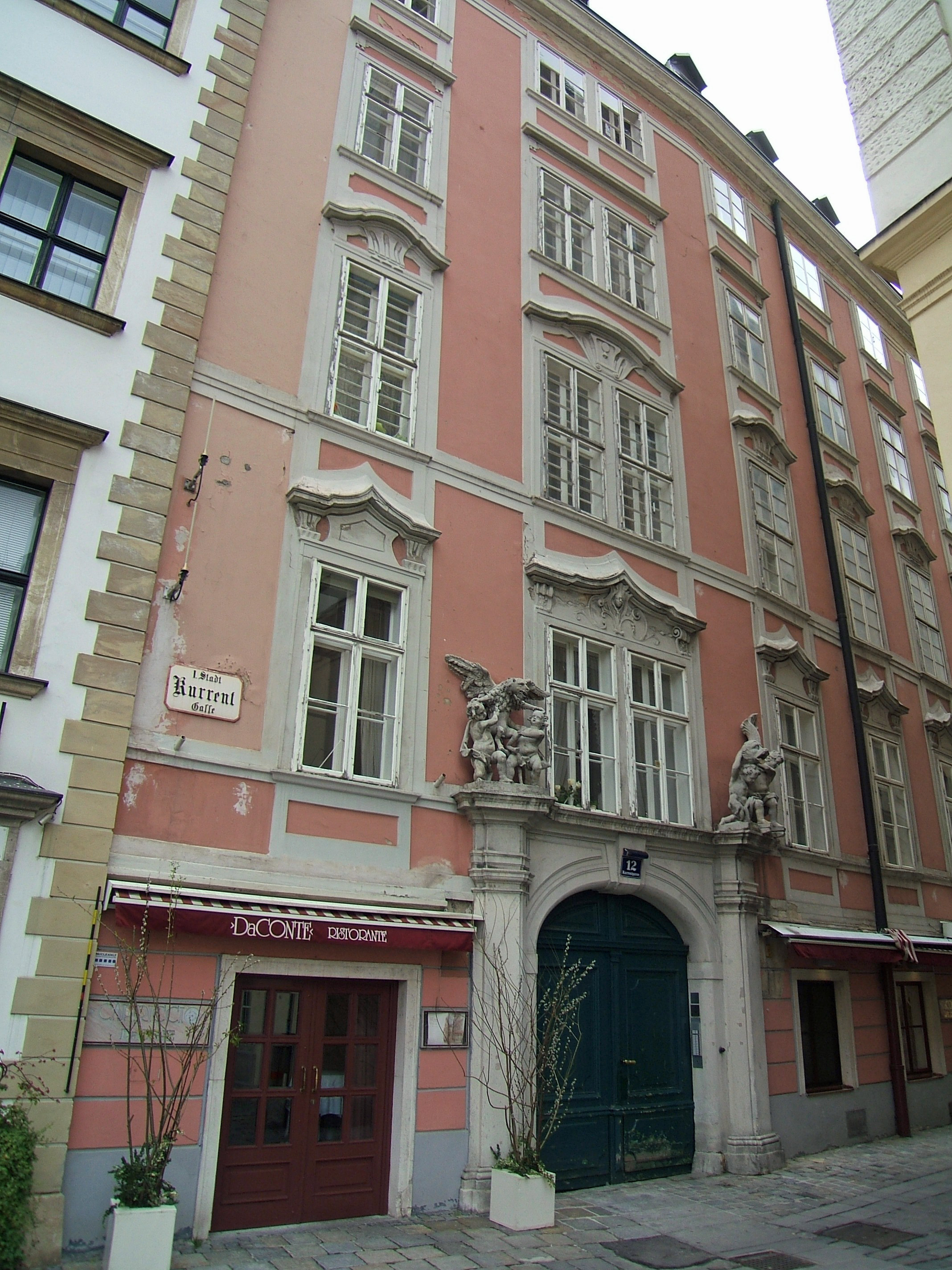
Haus Kurrentgasse 12
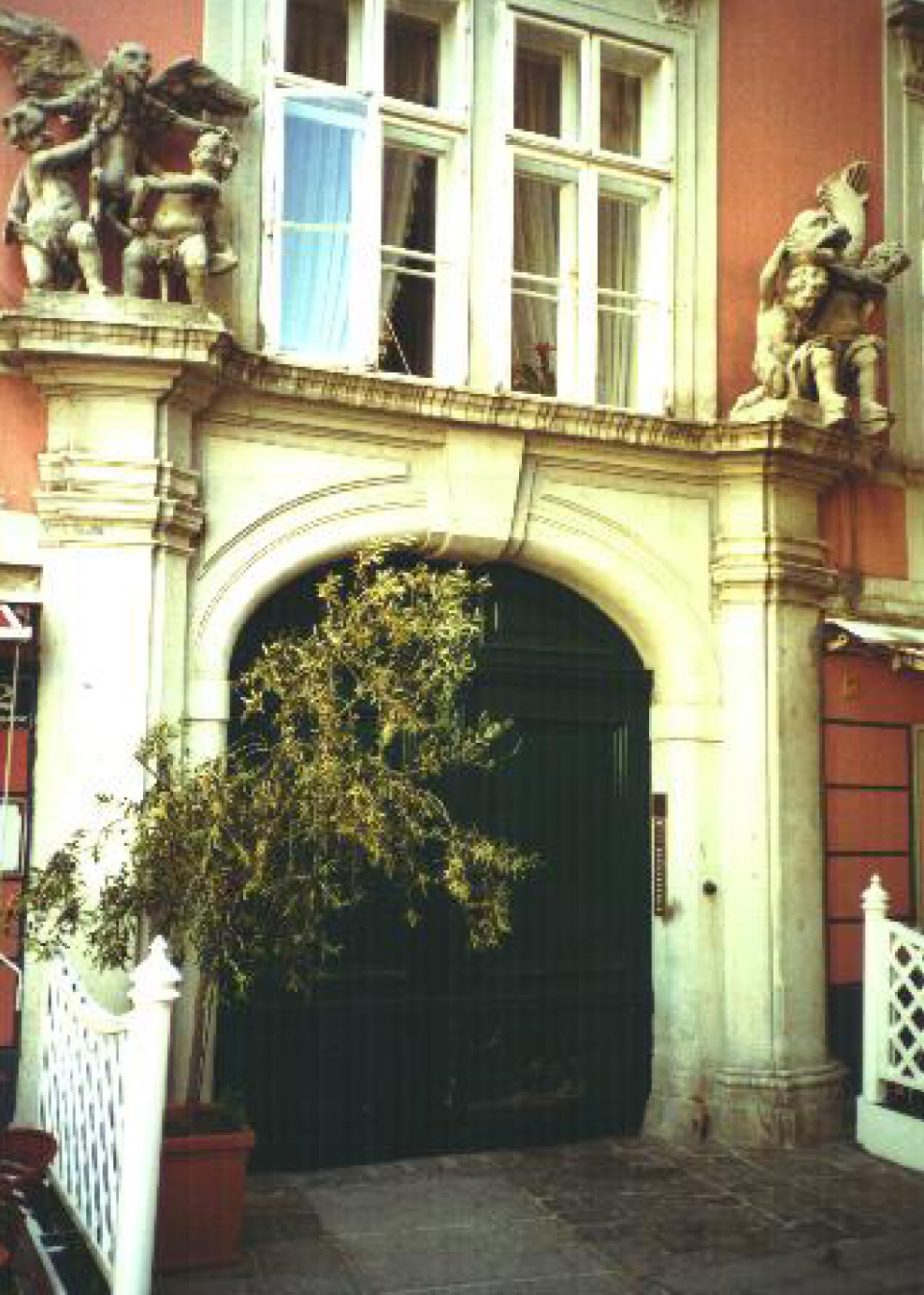
Portal
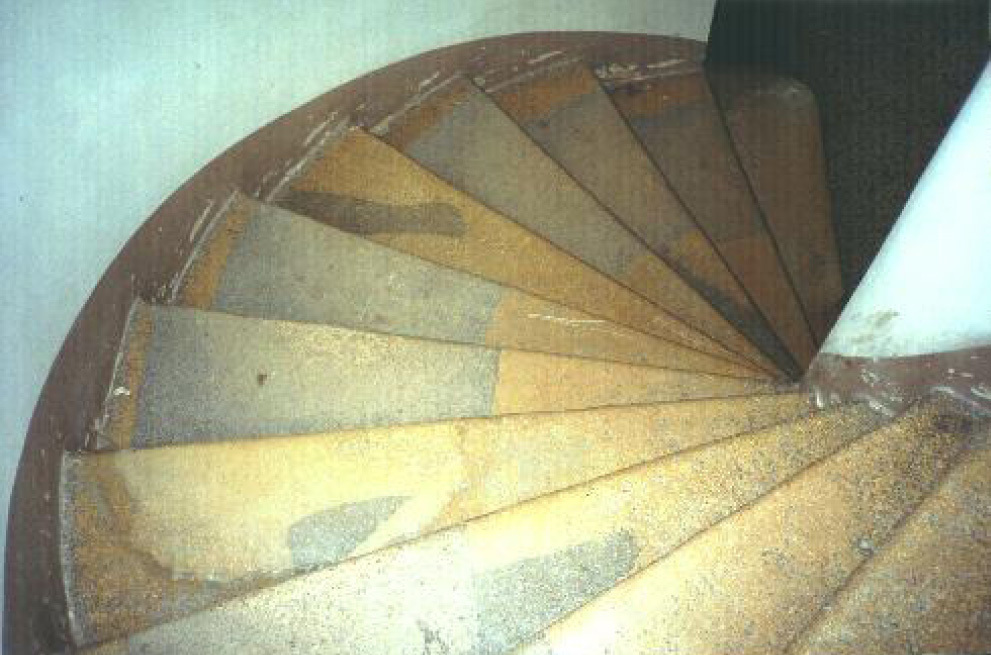
Wendeltreppe mit kräftigen blauen Einsprengungen

Mit diesem Haus wurden zwei auf das Spätmittelalter zurückgehende Vorgängerbauten unter Josef Wenighofer 1712 umgebaut und barock fassadiert. Es hat eine breite Fassade mit Knick in der Mitte, die Portalachse ist links der Mitte angeordnet. Die Obergeschoße sind vertikal durch die Fenster verbindende Parapetfelder gegliedert, die Portalachse weist Doppelfenster auf, die Fenster sind geschoßweise differenziert verdacht. Das Korbbogenportal von 1730, flankiert von schräg gestellten toskanischen Pilastern, mit Putten, die einen Greif (links) und einen Fisch (rechts) hält.
Nach Beschädigungen im Jahre 1944 restauriert. Wendeltreppe mit Stufen aus Kaiserstein, wobei die Ausbesserungen über den ausgetretenen Stufen bereits wieder abbröckeln. (gesehen 2000)

## Kaiserstein für ein altes Gebäude, später die Bösendorfer-Klavierfabrik
Graf Starhemberg-Gasse Nr. 14, die ursprünglichen Pläne und der Baukonsens sind nicht erhalten. Daher ist die Bauzeit im 16. Jahrhundert mit Fragezeichen versehen. Laut Baualterplan erfolgte ein Umbau am Anfang des 18. Jahrhunderts. 1871/73 ein weiterer Umbau durch Baumeister Heinrich Adametz für Ludwig Bösendorfer. In der Besatzungszeit nach dem Zweiten Weltkrieg befand sich die Bösendorfer Klavierfabrik in der sowjetischen Zone, das Konkurrenzunternehmen Steinway konnte den Markt erobern.

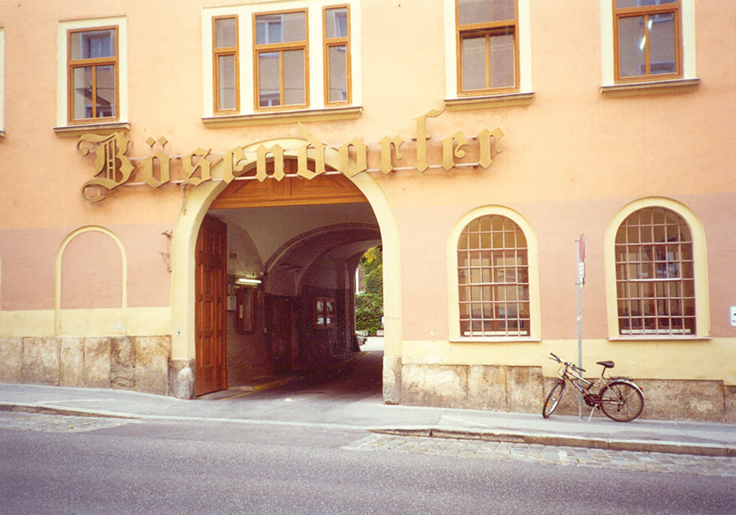
Straßenfront Bösendorfer.
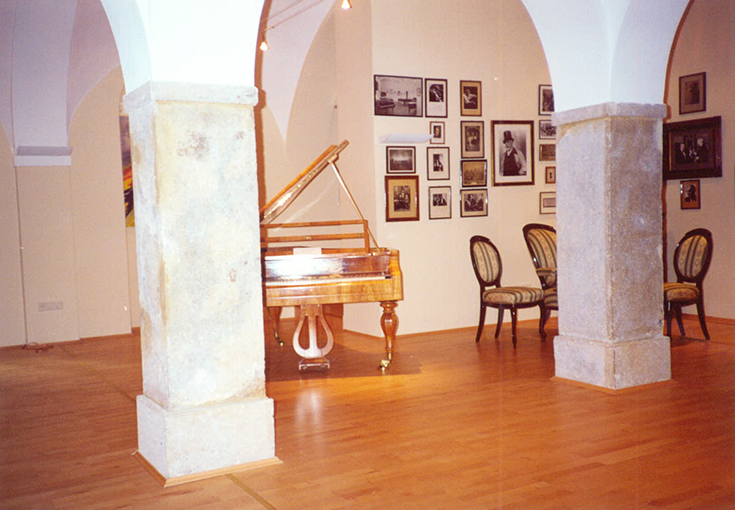
Pfeiler aus Kaiserstein.
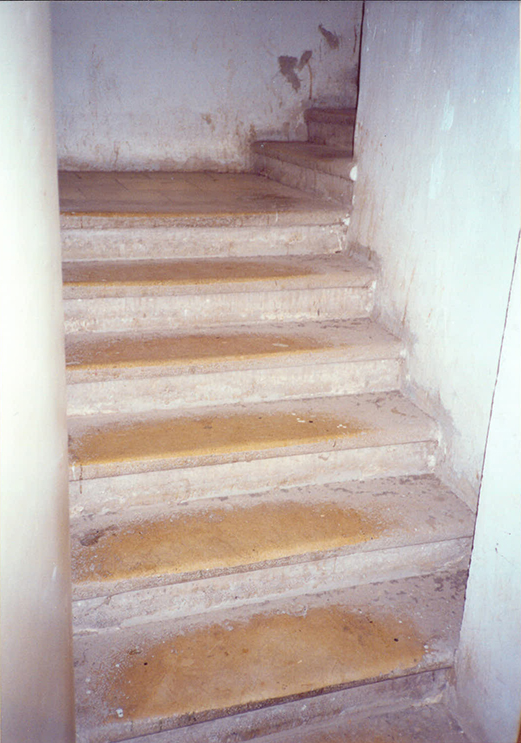
Kaiserstein-stiege hinauf
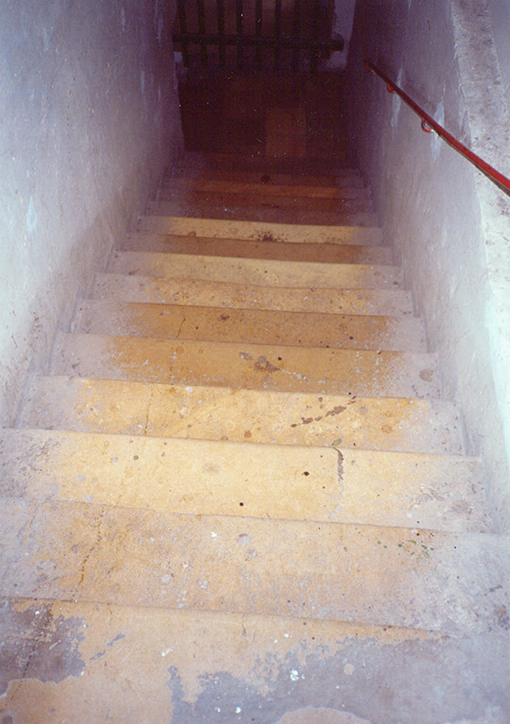
Hinunter

## Kaiserstein für den Göttweiger Hof in der Spiegelgasse 9
Miethaus des Stiftes Göttweig in Niederösterreich mit einer Wohnung des Abtes. 1608 erwarb das Stift von Freiherr Georg Ruprecht von Herberstein dessen Haus und ließ es umgestalten.

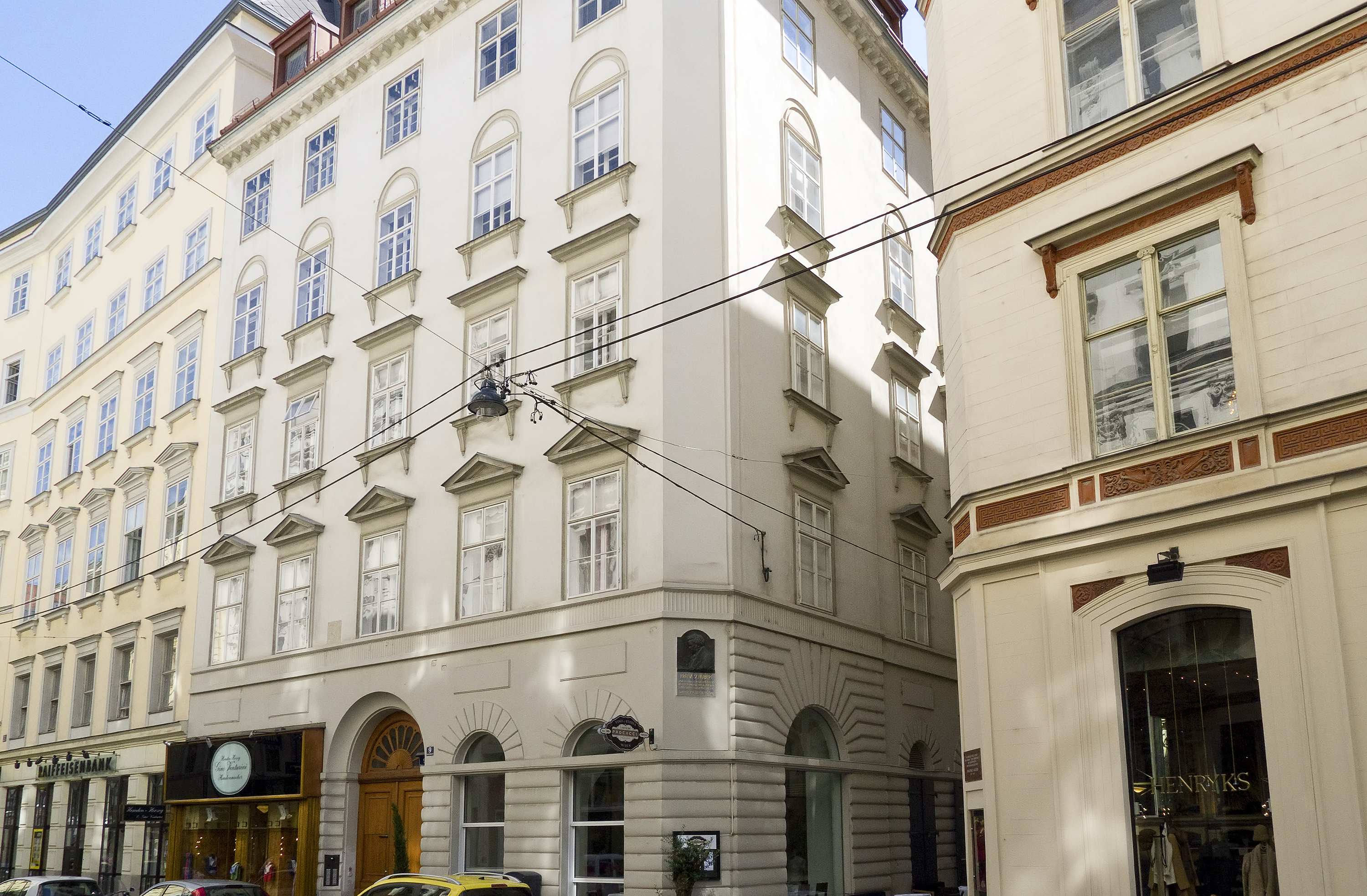
Göttweiger Hof
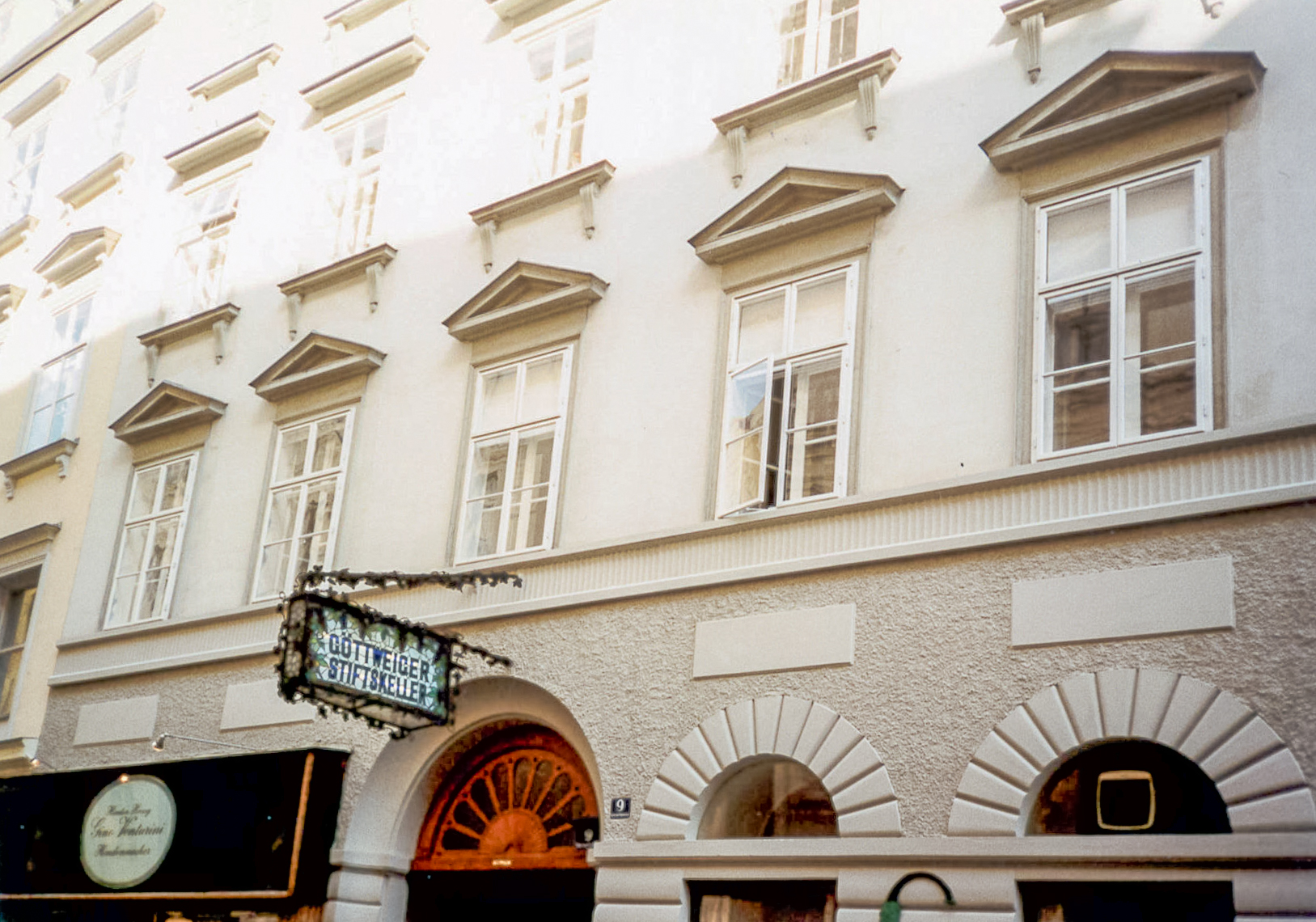
Göttweiger Stiftskeller
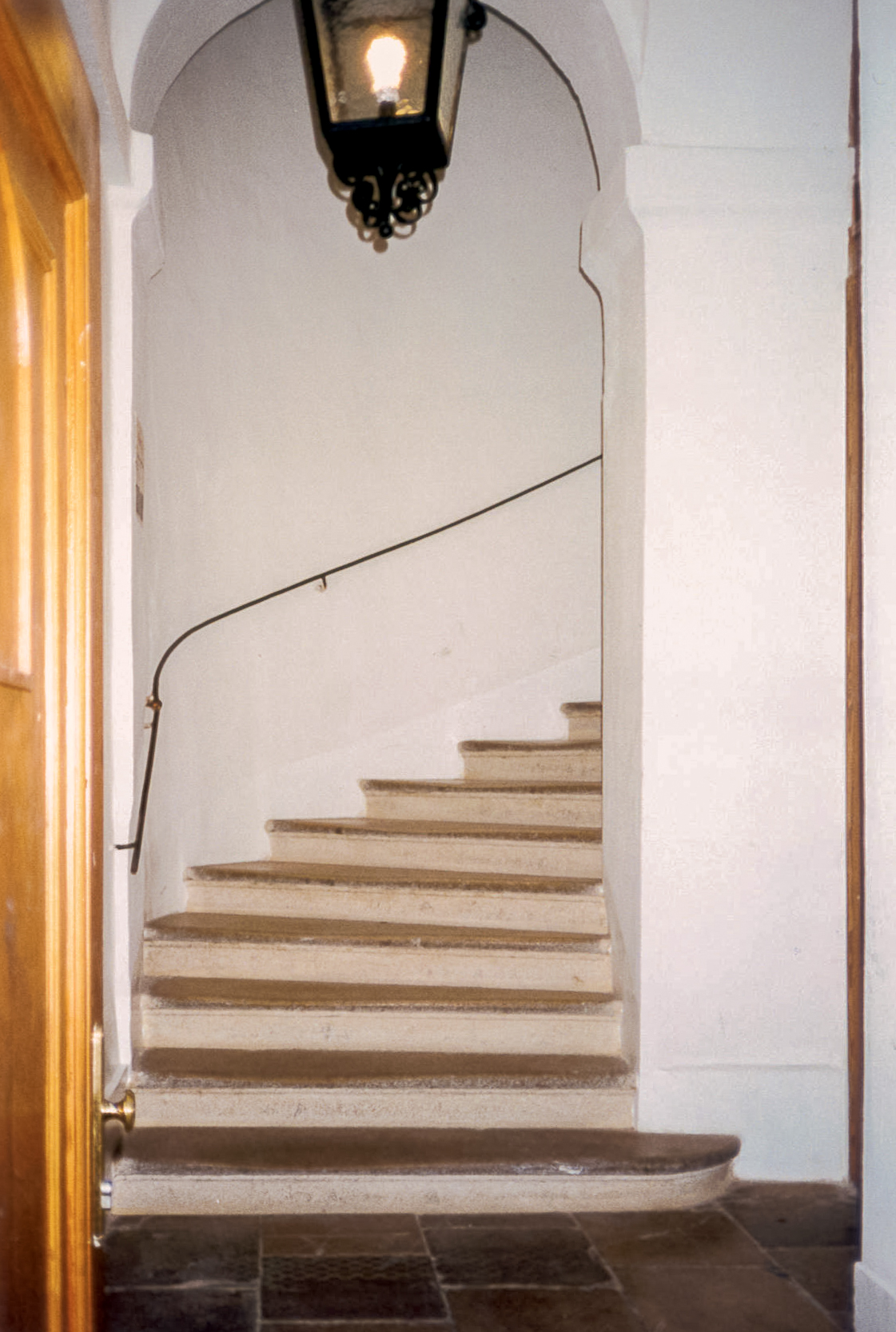
Zur Stiege
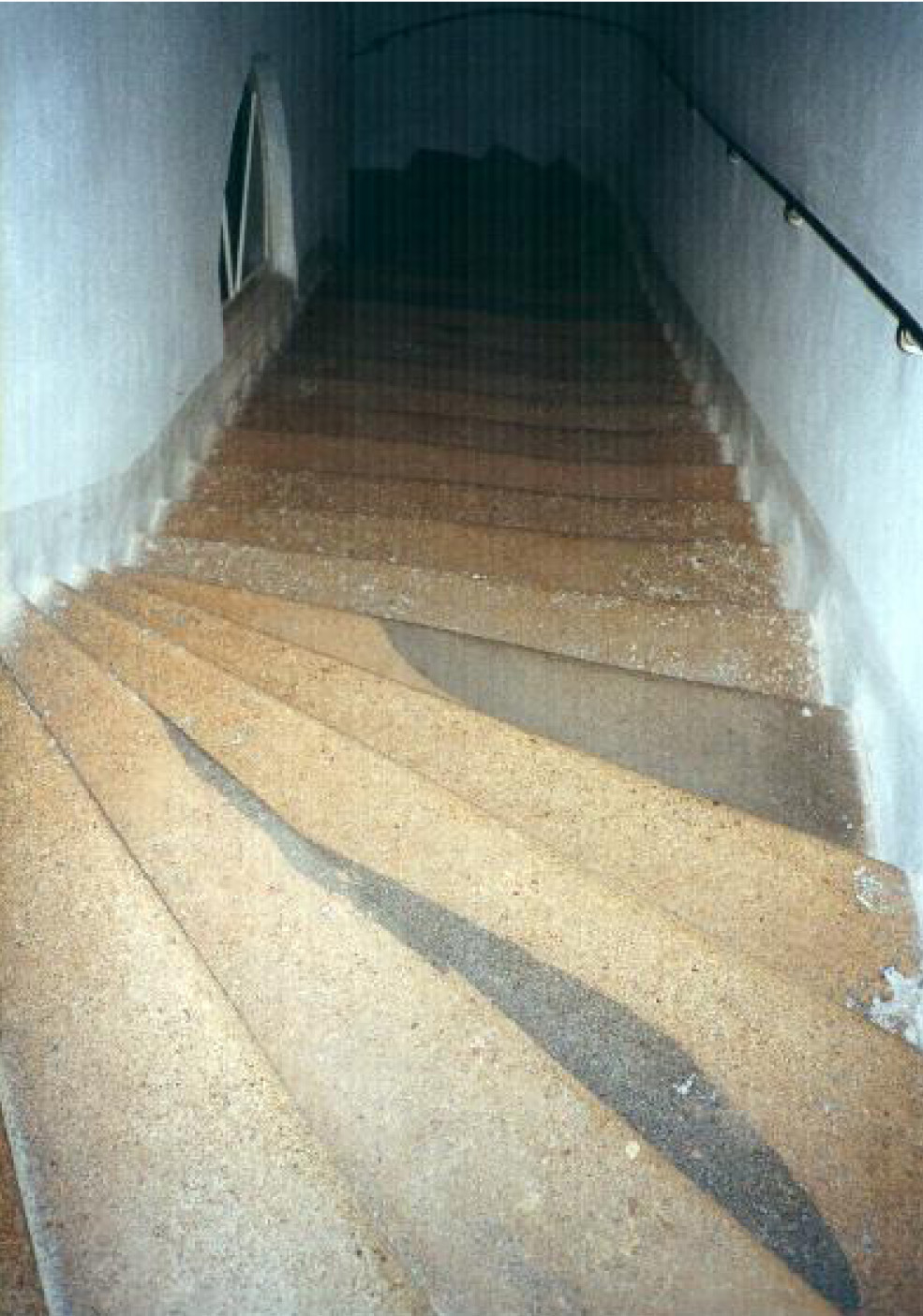
Stiege mit Kaisersteinstufen

1715 nahm der Maurermeister Johann Michael Zoss wieder grundlegende bauliche Veränderungen vor.
Das heutige Gebäude wurde 1820–1830 von Joseph Kornhäusel erbaut. Eine Gedenktafel erinnert an Franz Schubert, der kurzzeitig das Vorgängerhaus bewohnte. Der Stiftskeller mit Platzlgewölben hat ein original erhaltenes Holzportal. Schöne alte Stiege mit Kaisersteinstufen.

## Kaiserstein für das palaisartige Haus „Zu den 7 Schwertern“

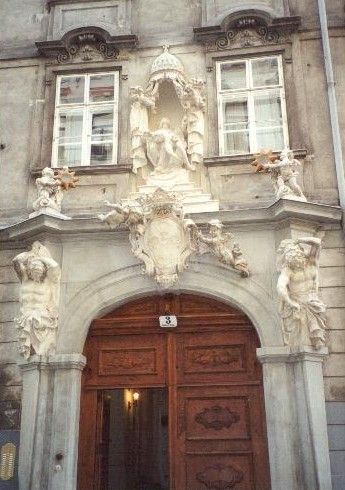
Portal „7 Schwerter“
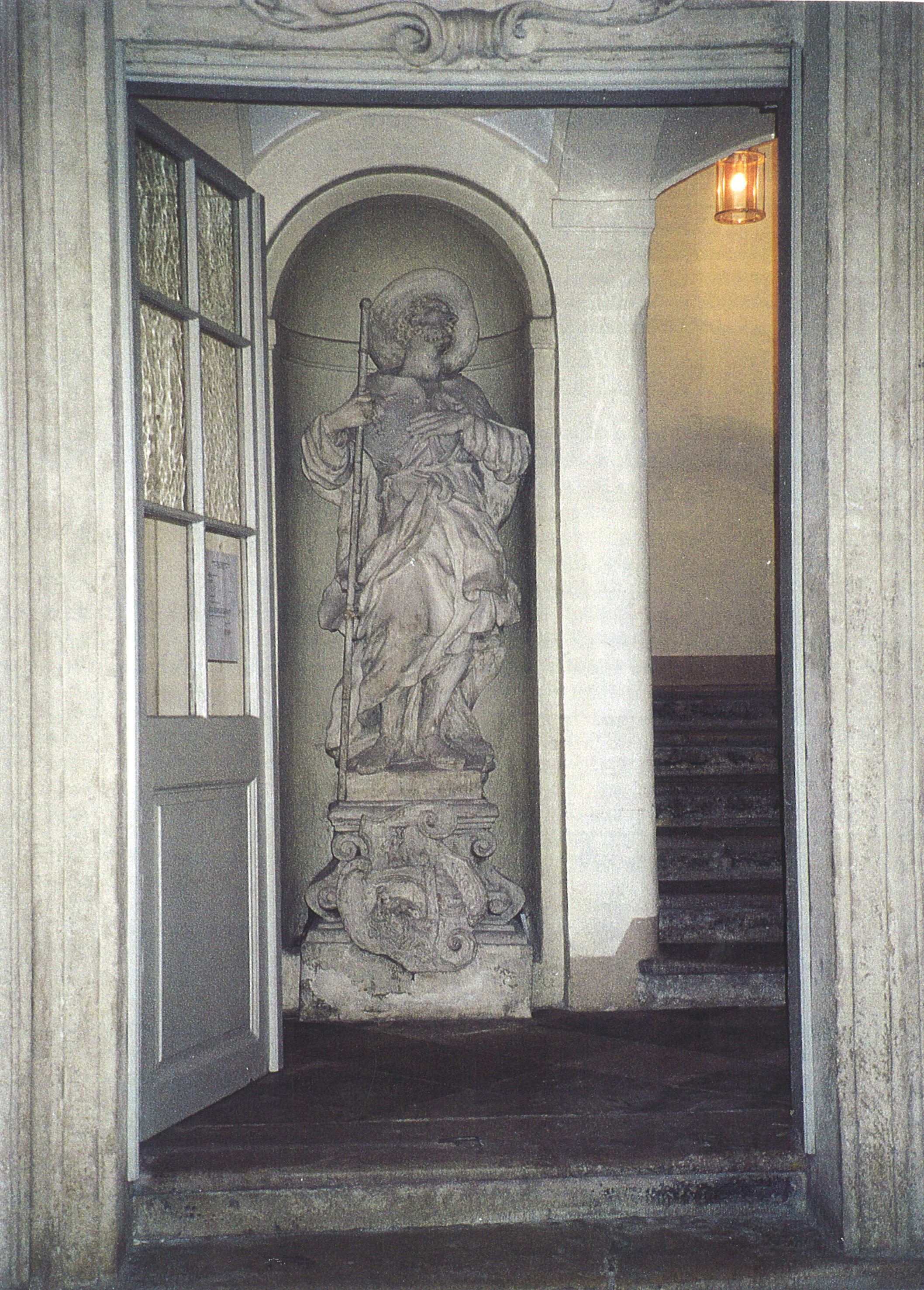
Stiegenheiliger Alexius

1715 nahm der Maurermeister Johann Michael Zoss wieder grundlegende bauliche Veränderungen vor.
Das heutige Gebäude wurde 1820–1830 von Joseph Kornhäusel erbaut. Eine Gedenktafel erinnert an Franz Schubert, der kurzzeitig das Vorgängerhaus bewohnte. Der Stiftskeller mit Platzlgewölben hat ein original erhaltenes Holzportal. Schöne alte Stiege mit Kaisersteinstufen.
Das heutige Gebäude wurde im 17. Jahrhundert aus 3 alten Häusern zusammengebaut, um 1720 mit einer palaisartigen Fassade ausgestattet. Bemerkenswert ist das prächtige Hauptportal mit Wappenkartusche, mit Krone, sieben Schwertern und schwebenden Putten.
- Im sehenswerten Stiegenhaus mit Kaisersteinstufen befindet sich eine Statue, die aufgrund neuester Untersuchungen den Hl. Alexius, den Stiegenheiligen darstellt.[116] Im Hof rechts eine kleine Schneckenstiege aus Kaiserstein.

## Kaiserstein für die vom Stadtrat Neusiedl am See beauftragte neue Dreifaltigkeitssäule

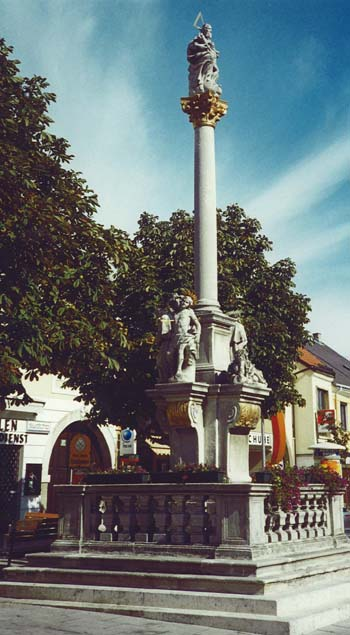

Elias Hügel errichtete 1713/14 die Dreifaltigkeitssäule für den Hauptplatz von Neusiedl am See.
- Inmitten einer reich ausgestatteten Steinbalustrade ein mehrfaches Postament, der strebepfeilerartige hohe Sockel mit 4 Konsolen mit Blenden … eine glatte Rundsäule mit Akanthuskapitell, Dreifaltigkeitsdarstellung im „Dürertyp.“[118]

## Kaiserstein für Feldmarschall Wirich Philipp Graf Daun in seinem Palast
Das Palais Daun-Kinsky wurde von 1713 bis 1719 von Johann Lucas von Hildebrandt für Feldmarschall Wirich Philipp Graf Daun erbaut.

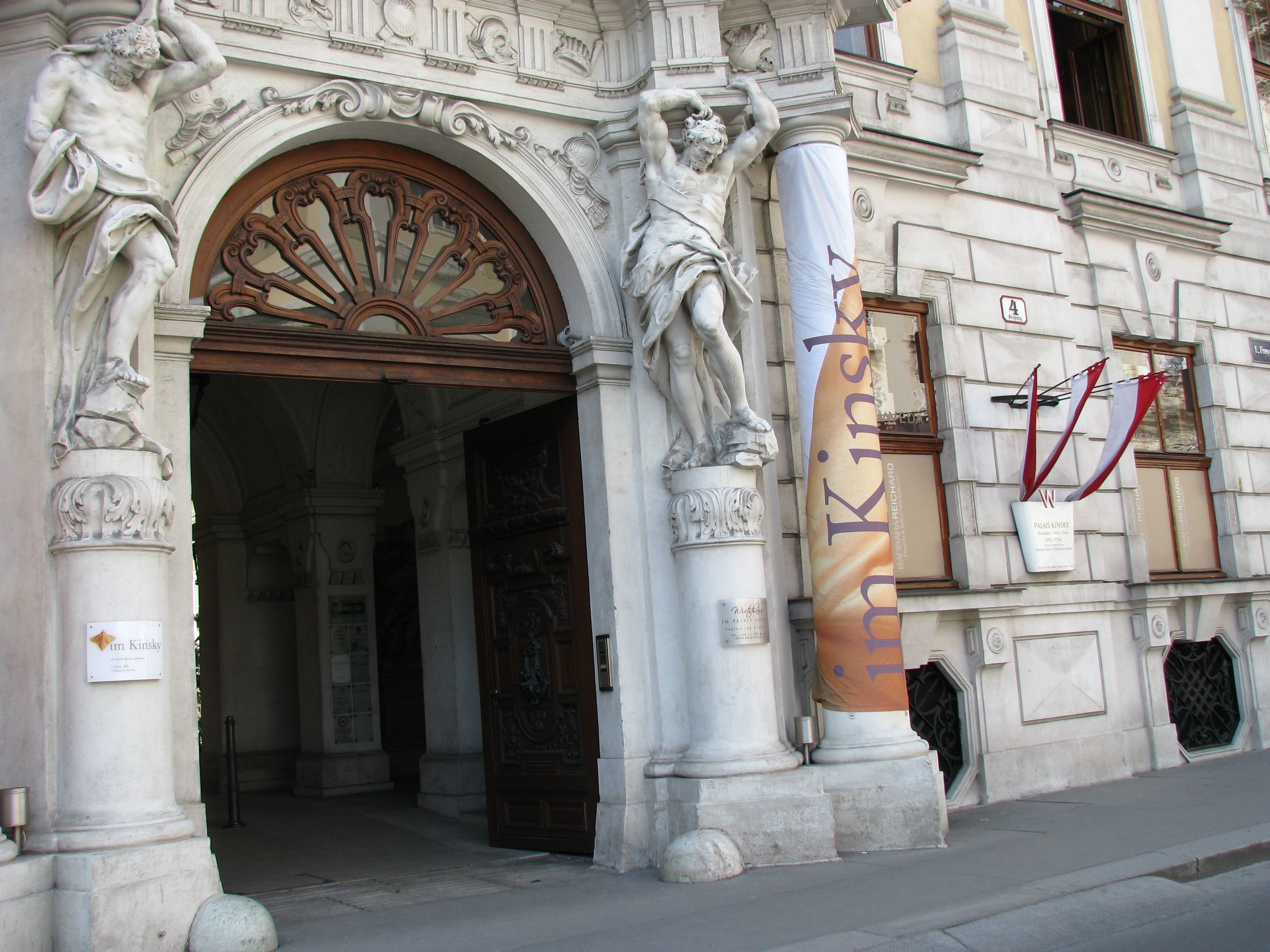
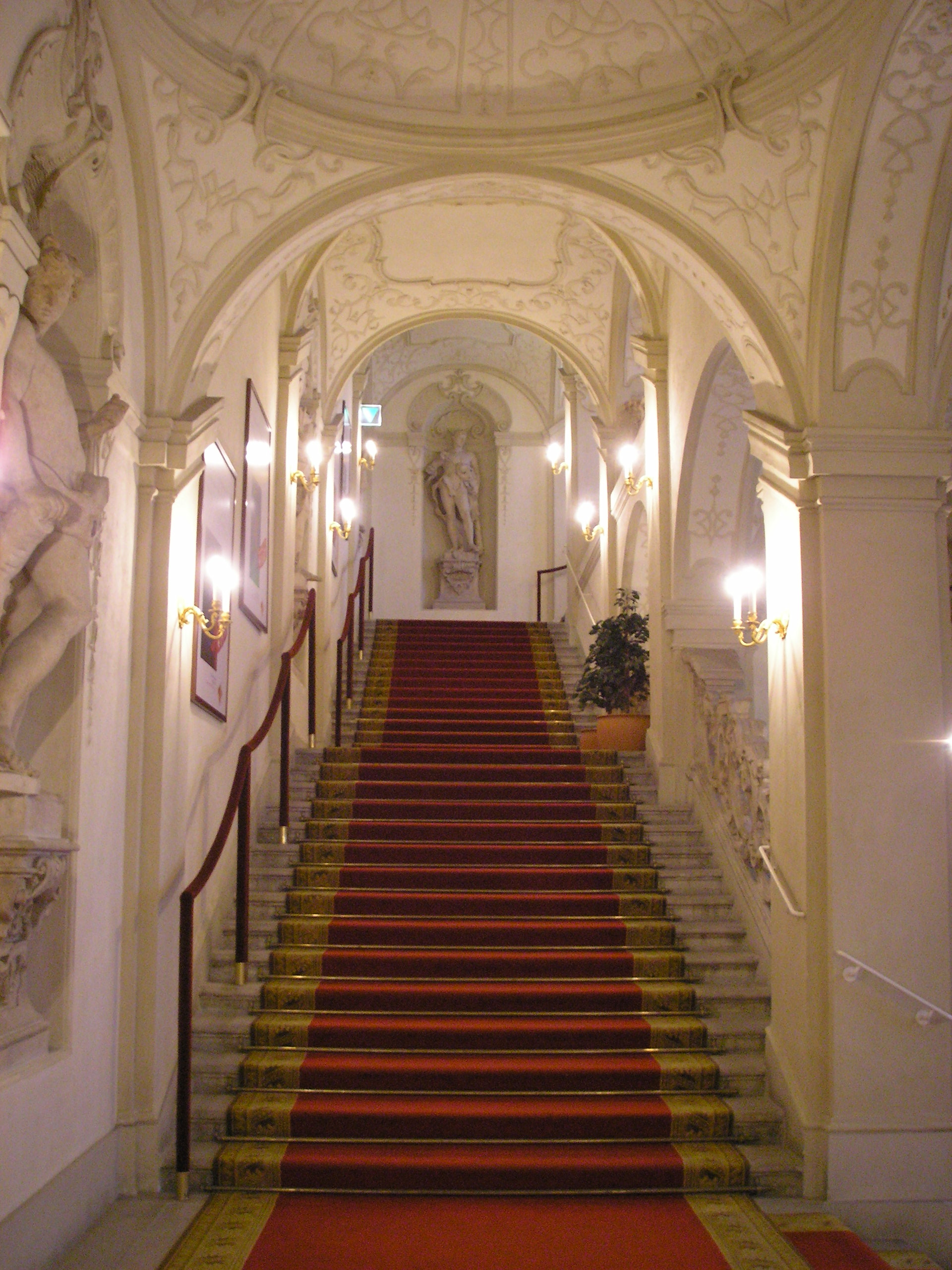
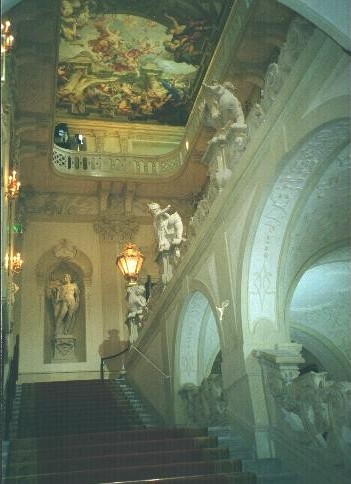

- Die Kaisersteinbrucher Steinmetzmeister Johann Georg Haresleben und Simon Sasslaber schufen aus Kaiserstein unter anderem das Hauptportal, die Stufen der Prunkstiege, Tür- und Fenstersteine und Sockelplatten.[119][120]

## Kaiserstein für Graf Gundacker Thomas Starhemberg, die Kirche Pottendorf

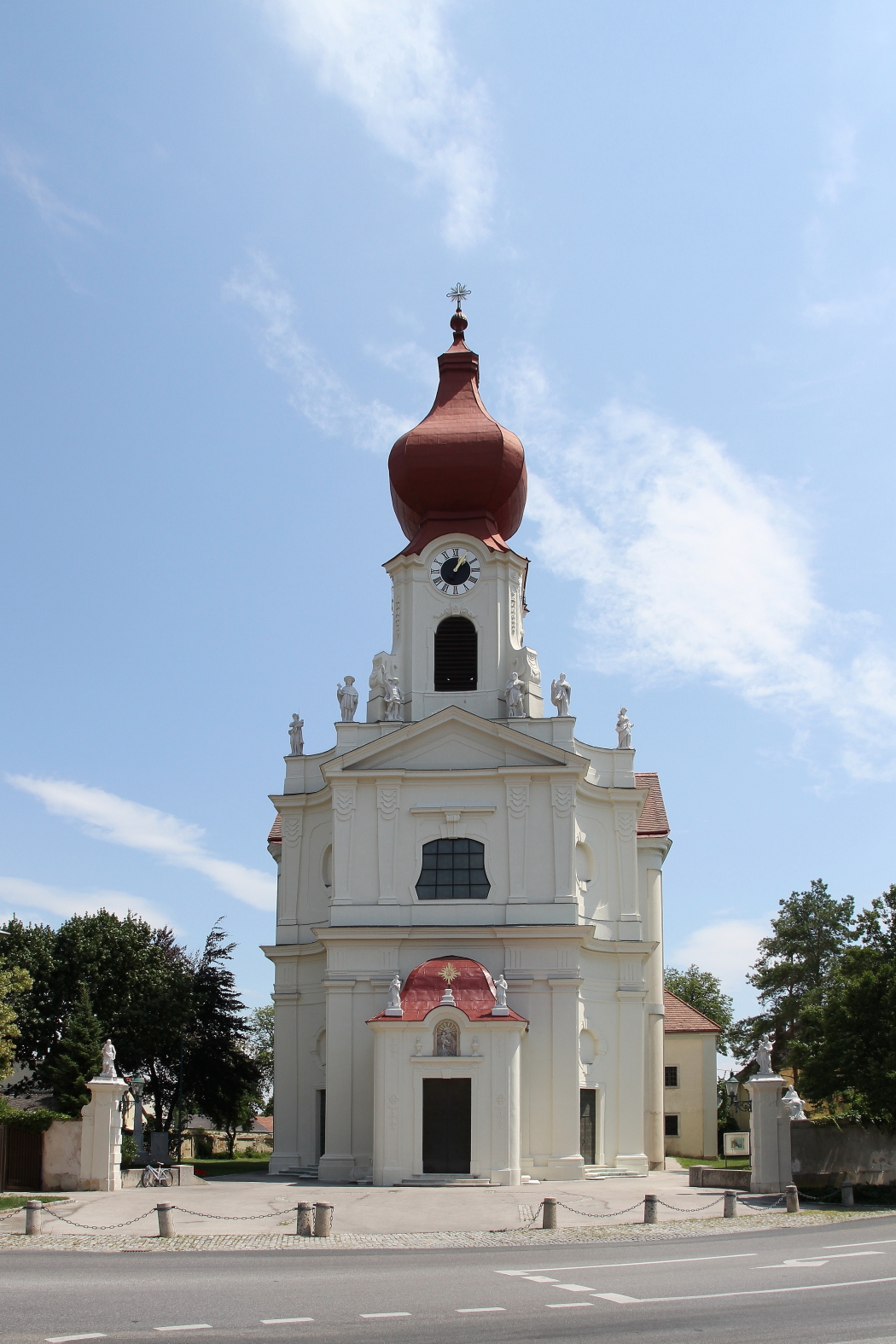
Pfarrkirche Pottendorf

In einem Dekanatsbericht vom 3. Oktober 1710 ist zu lesen: der Besitzer der Herrschaft Pottendorf Graf Gundacker Thomas von Starhemberg beabsichtigte eine neue große Pfarrkirche zu erbauen.
- Einen weiteren Hinweis lieferte der Schlossverwalter: … alß ich mit dem Maurermeister Jänckhl so beym neuen Khürchengebäu nachgesehen … Im Rentamtsbuch 1713 sind Notizen über die Beschaffung von Baumaterialien vorhanden, auch über die Beschaffung von Mauersteinen im Wimpassinger Steinbruch, von Loretto.
- Im Rentamtsbuch 1714 wird die Anwesenheit des Herrn Ingenieur, das bedeutet Johann Lucas von Hildebrandt gemeldet.
- In den ersten Oktobertagen 1715 treffen die Tirsteine (Türstöcke aus Stein) aus dem kayserl. Steinbruch ein, 1716 wurden Gewölbe, Gesimse und Lisenenkapitäle aus Kaiserstein geliefert. An diesem Auftrag waren die Meister Johann Georg Haresleben, Simon Sasslaber und Franz Trumler beteiligt.

## Kaiserstein für Reichsgraf Johann Leopold Donat von Trautson, in seinem Gartenpalast

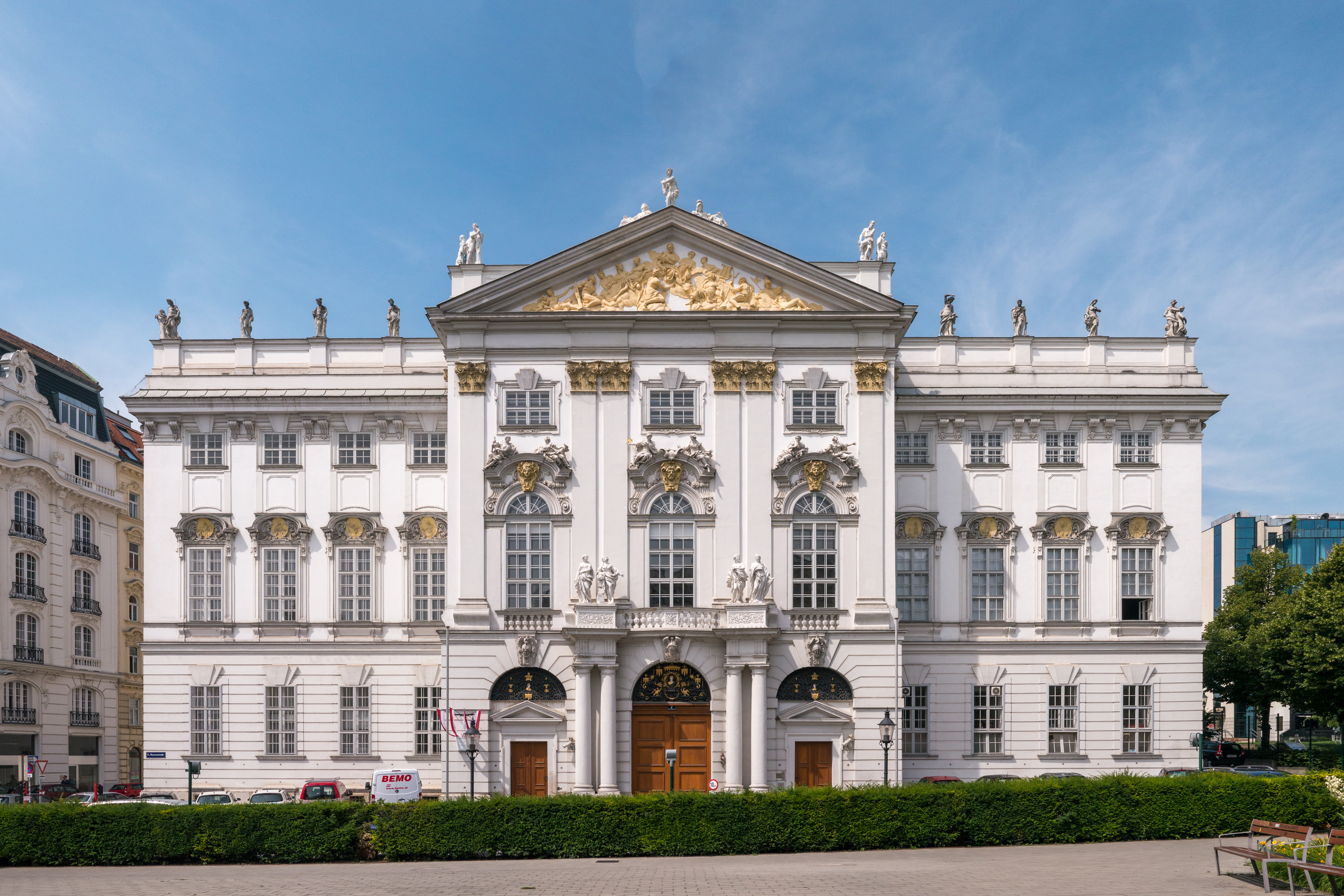
Palais Trautson
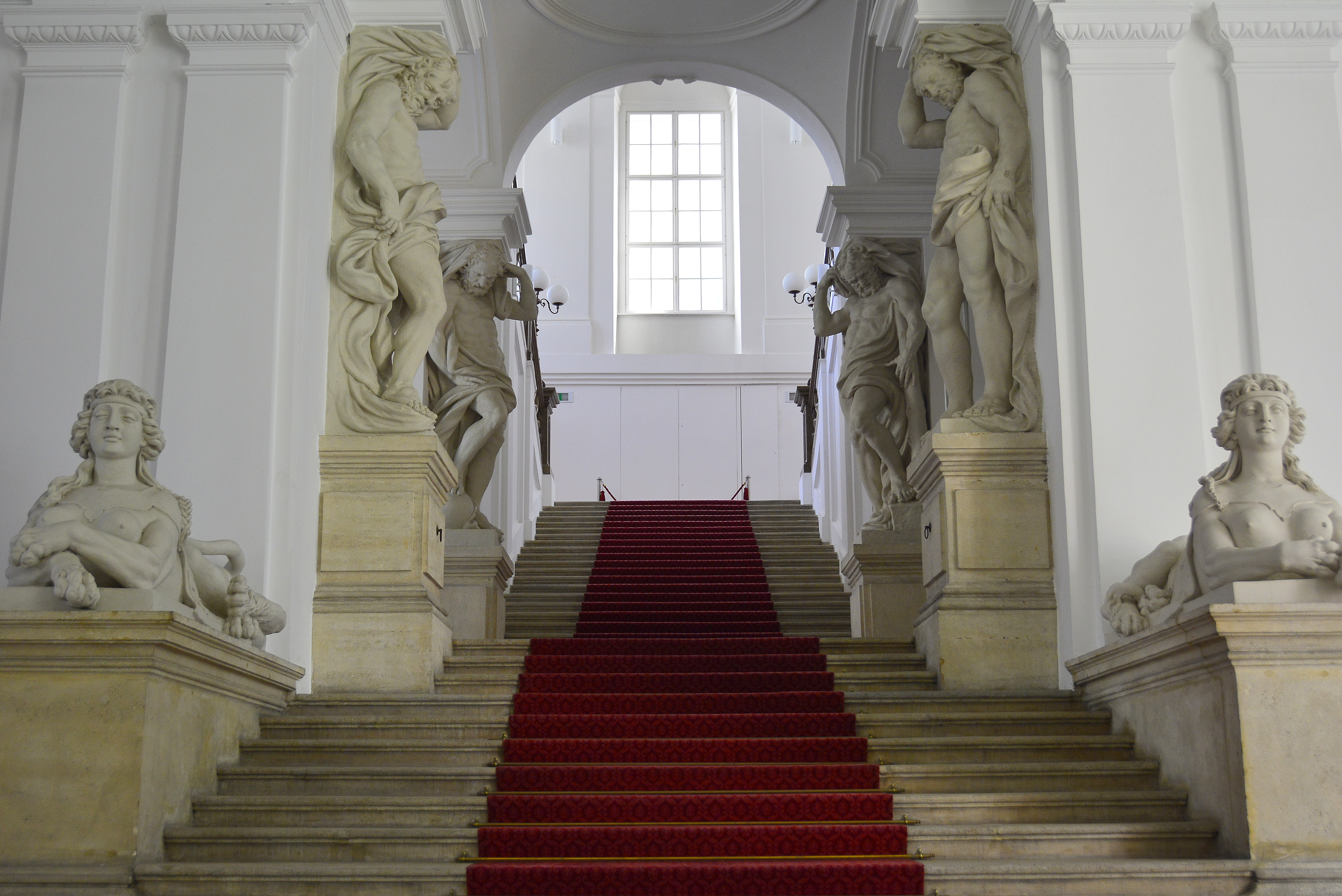
Palais Trautson Feststiege

Nach dem Plan und unter Leitung von Johann Bernhard Fischer von Erlach errichtet Christian Alexander Oedtl 1711/12 einen Gartenpalast für den 1. Fürst Trautson#Fürsten Trautson, Reichsgraf Johann Leopold Donat von Trautson. Er zählt zu den prächtigsten Bauwerken des Barock in Wien.
- Steinmetzaufträge erhielt Meister Johann Georg Haresleben aus Kaisersteinbruch, der harten Kaiserstein für Portal, Balkon und Stufen der Feststiege verwendete. Das imposante Treppenhaus leitet zum Prunksaal. Über den Fenstern gibt es Reliefs, die Szenen aus antiken Sagen darstellen.[122]

## Kaiserstein für Prinz Eugen von Savoyen, in seiner Sommerresidenz am Rennweg
Langgestreckter, ebenerdiger Bau mit erhöhtem Mittelteil von Johann Lucas von Hildebrandt, 1714–1716 erbaut. Eine schöne Schneckenstiege mit Kaisersteinstufen. Die Zufahrt zum Rennweg u. a. mit Bodenplatten von Kaiserstein ausgelegt.

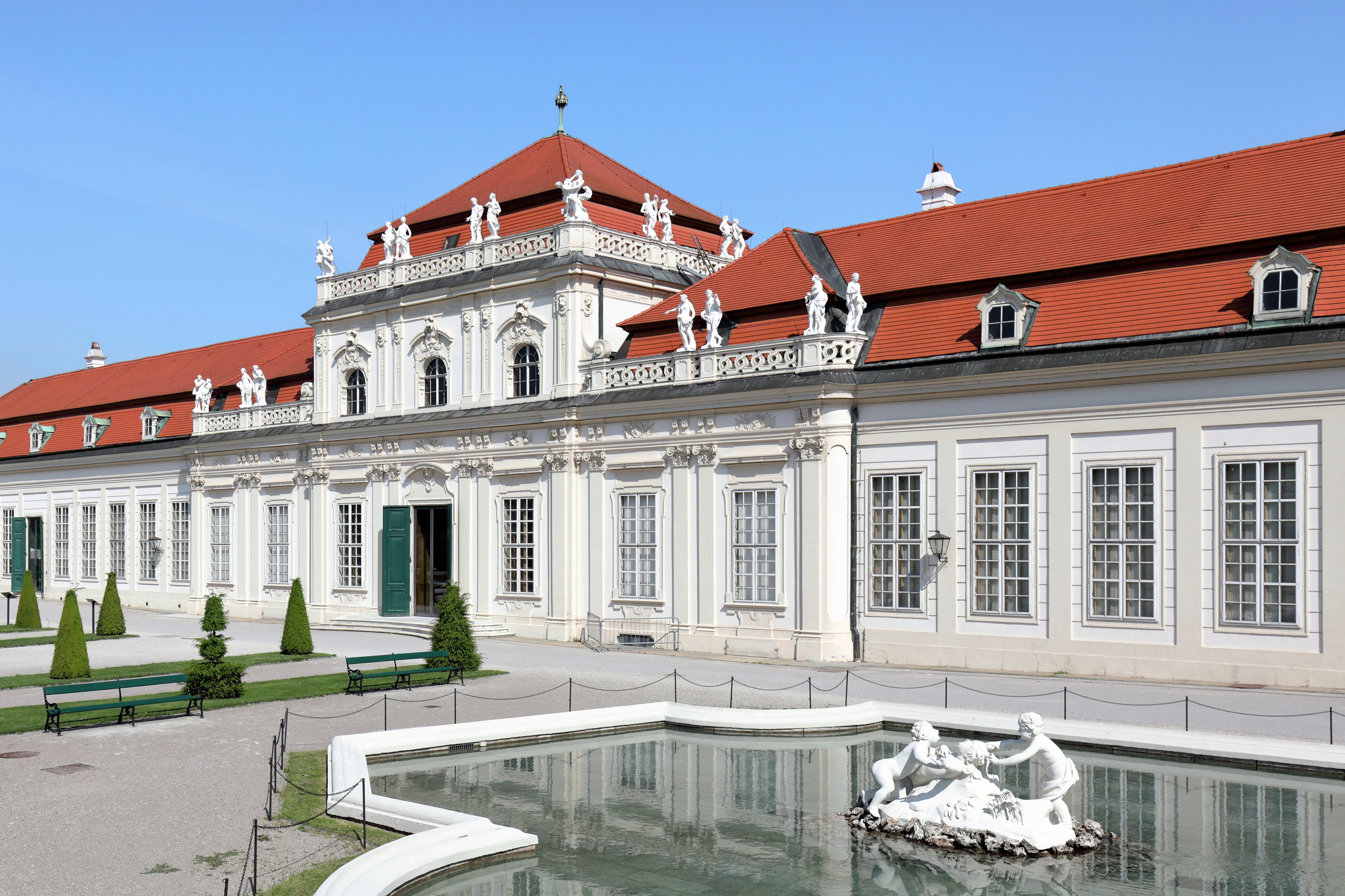
Unteres Schloss Belvedere Gartenseite
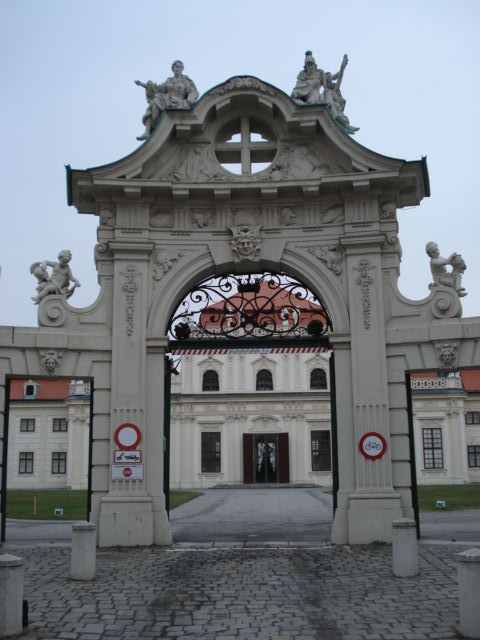
Haupttor Ehrenhof Rennweg
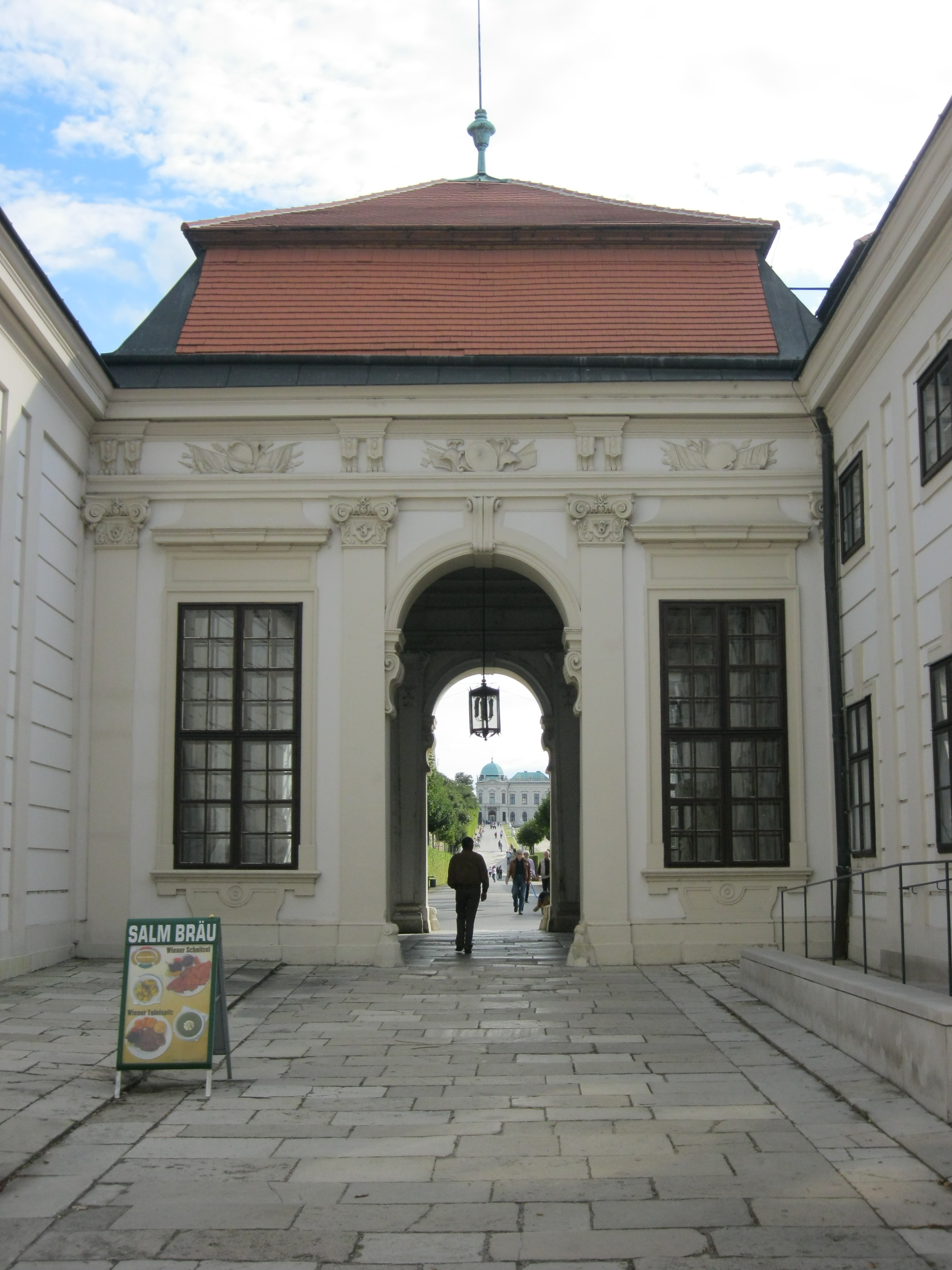
Eingang Rennweg Garten
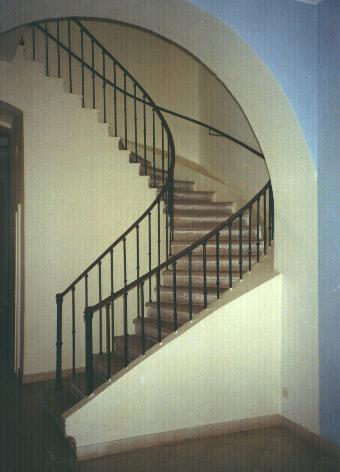
Wendeltreppe vor Umbau
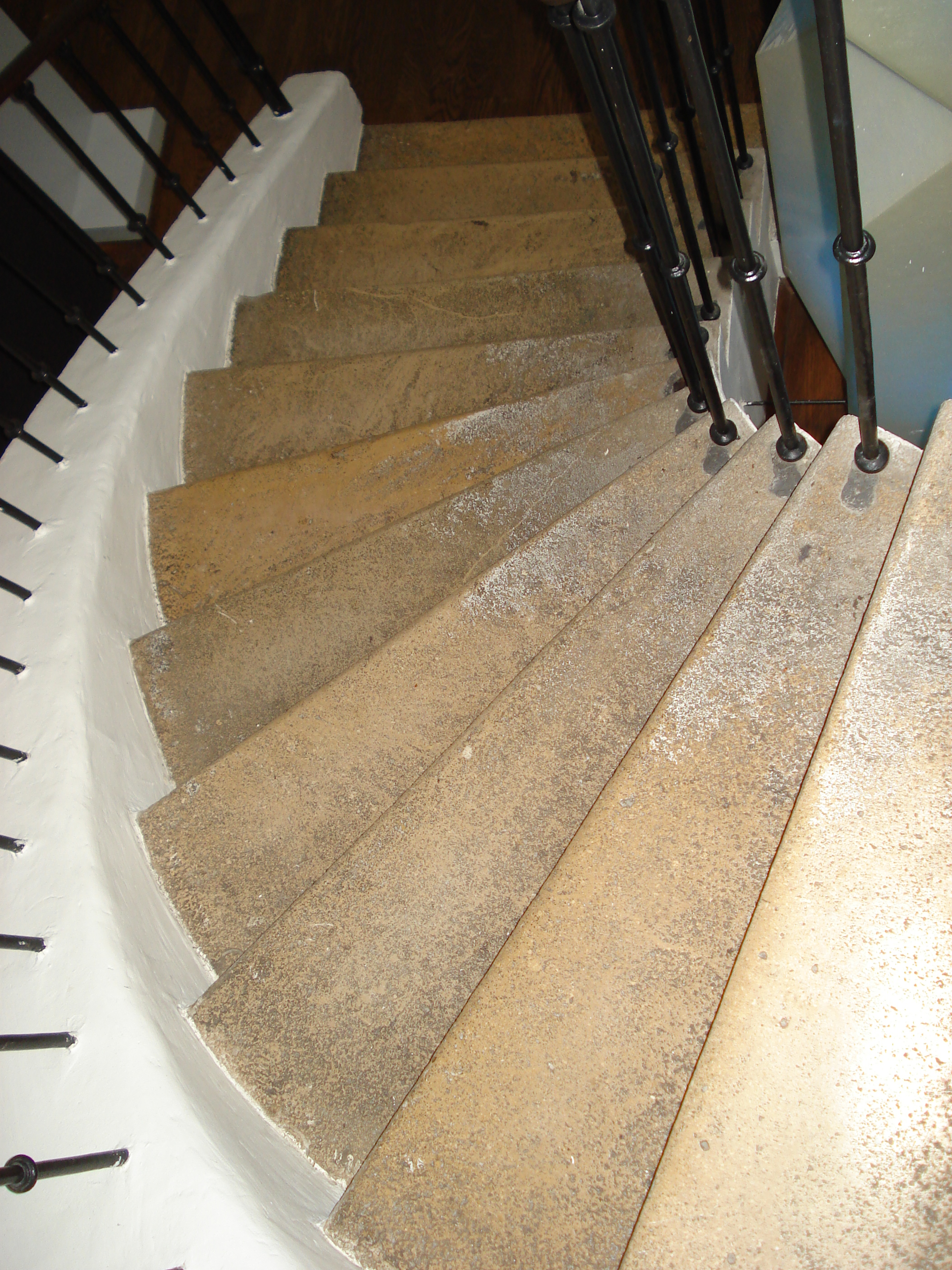
Treppe hinunter
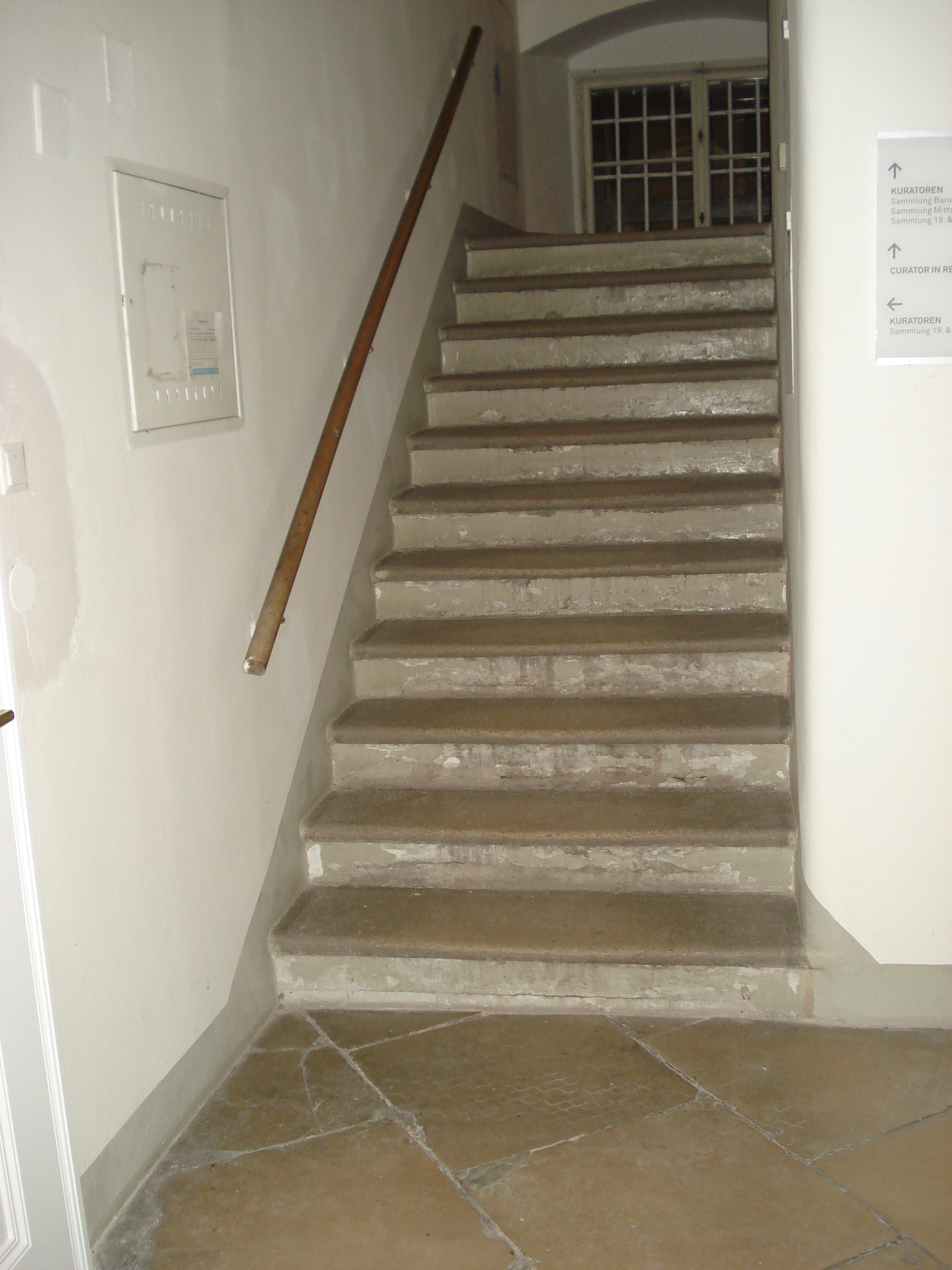
Stiegen in den Trakten, Kaiserstein
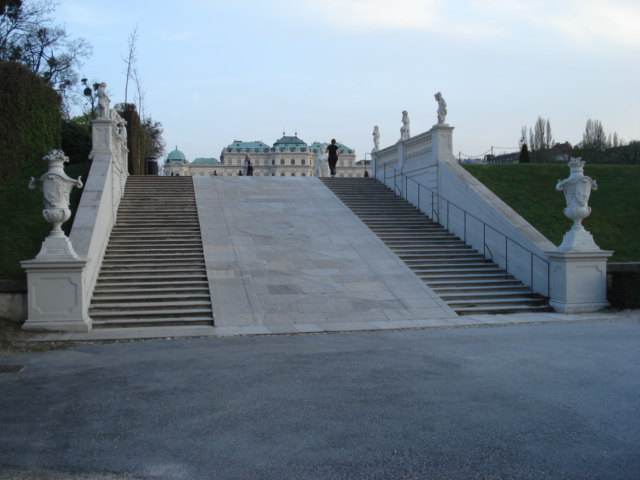
Kutschenauffahrt, u. a. Wöllersdorfer Stein, Kaiserstein

Anschließende Trakte bilden zum Rennweg einen Ehrenhof, den sogenannten Ambraser Hof. In diesen Wohn- und Wirtschaftsgebäuden gibt es mehrere kleine Stiegen, recht steil, einige davon gesehen, mit Stufen aus Kaiserstein. Steinmetzaufträge erhielten die Meister Johann Georg Haresleben und Elias Hügel aus Kaisersteinbruch. Beide arbeiteten „nebenan“ bei der kaiserlichen Kirche.

## Kaiserstein für den Bauunternehmer Johann Christian Neupauer in seinem Palais
Die Erben der Grafen de Souches übertrugen die ihnen gehörende Realität in der Singerstraße 1715 an den Stadtoberkämmerer und Bauunternehmer Johann Christian Neupauer. Dieser ließ das Gebäude großzügig umgestalten, so entstand eines der bedeutendsten Bauwerke des Wiener Barock. Bis 1749 blieb es in Neupauers Besitz.

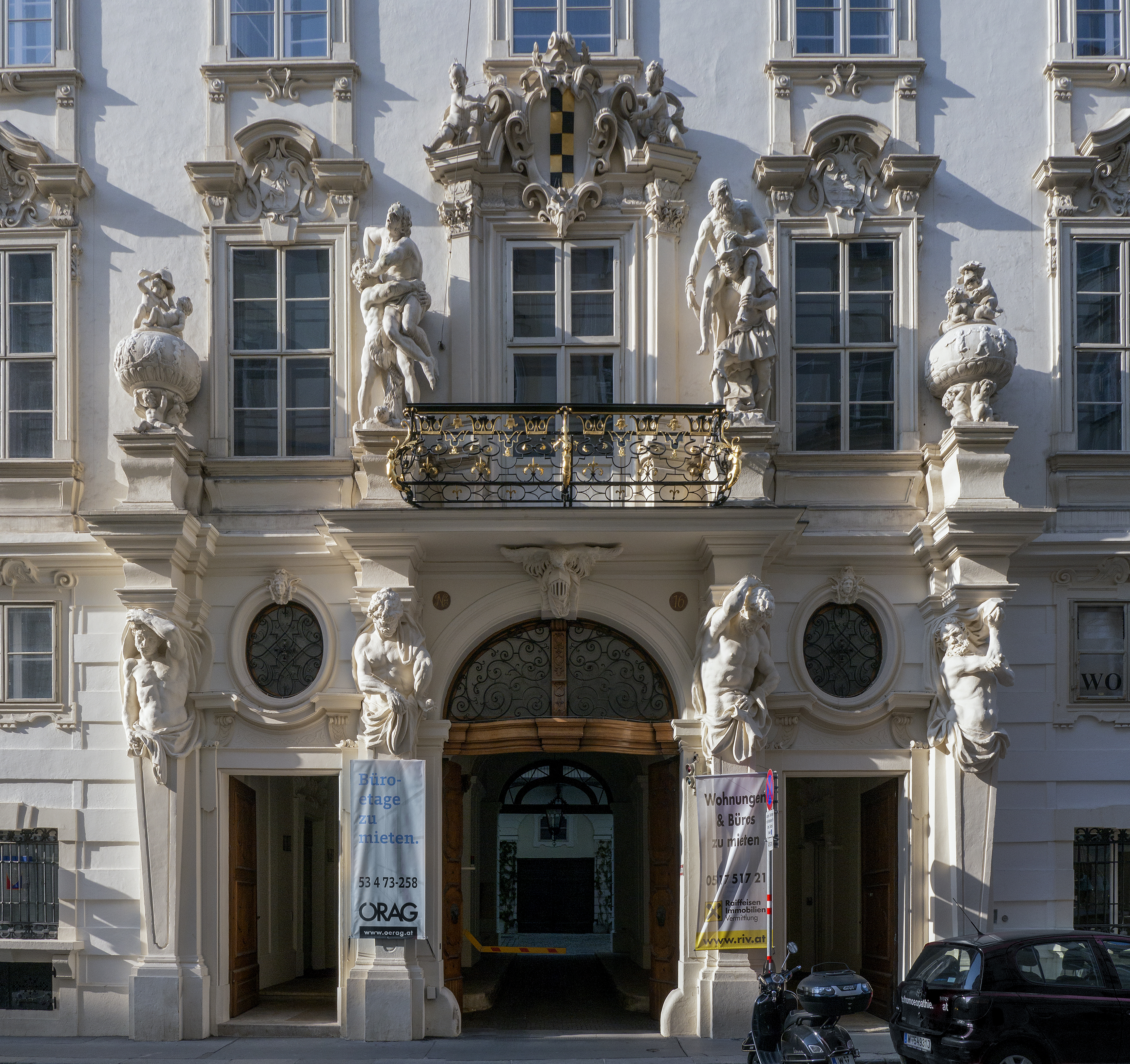
Palais Neupauer-Breuner
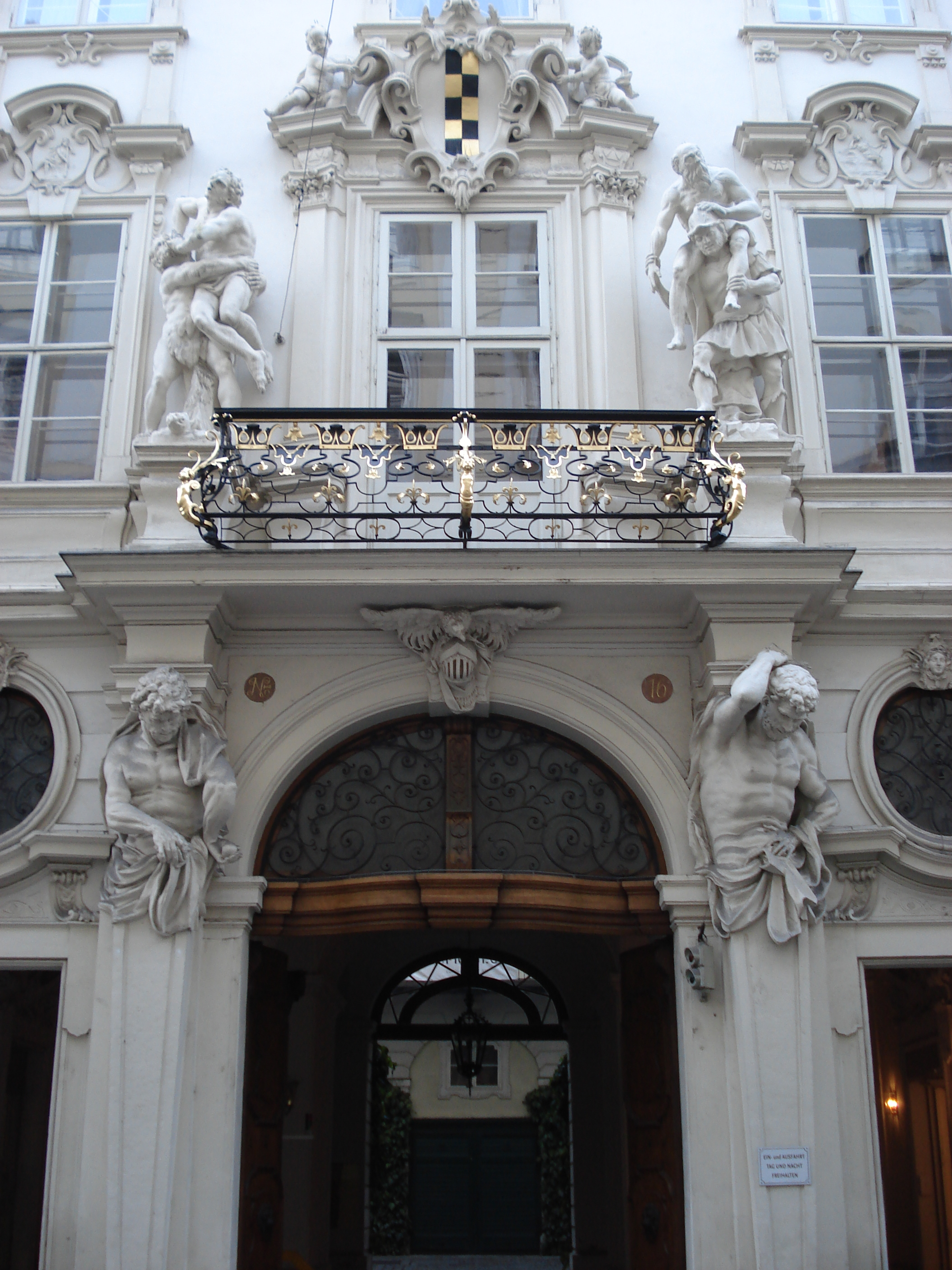
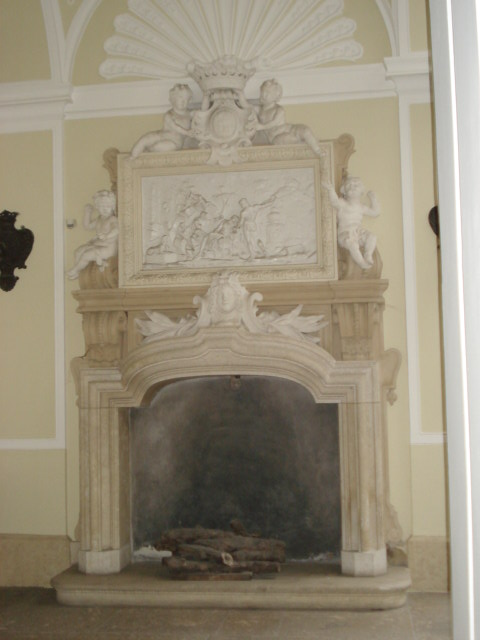
Kamin Sockel Kaiserstein
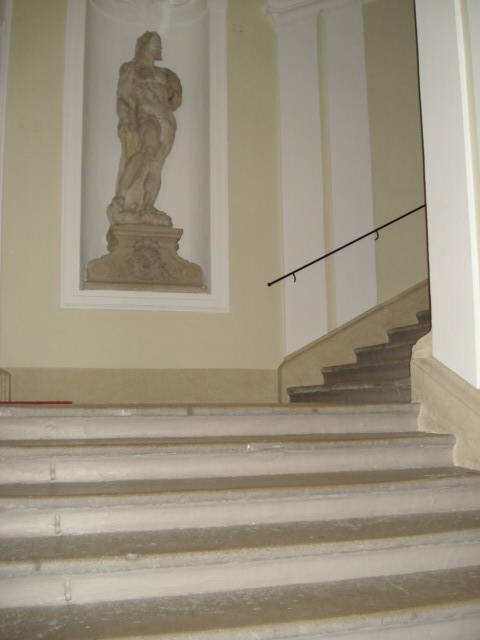
Wandnische mit Herkules
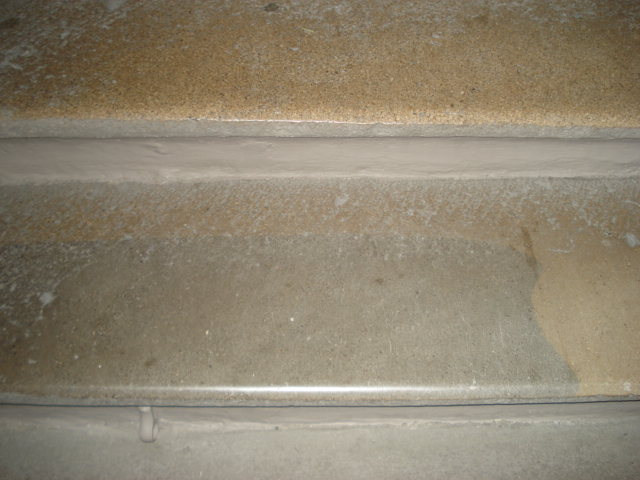
Kaisersteinstufe
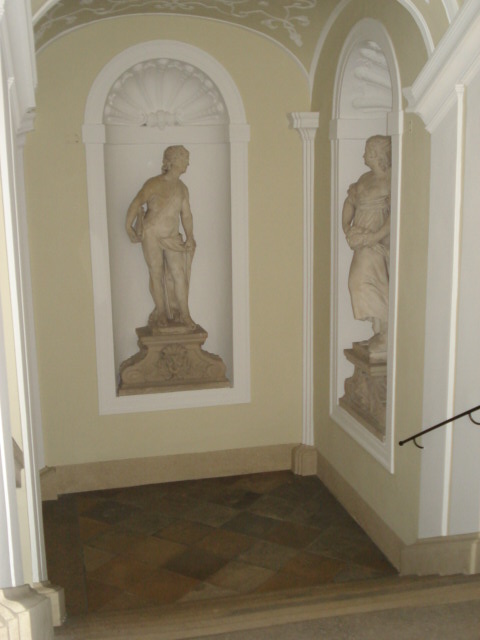
Apoll, Flora

- Große Stiegen und eine Wendeltreppe mit Stufen aus Kaiserstein.

Im späten 19. Jahrhundert wurden Mitglieder der gräflichen Familie Breuner die Eigentümer.

## Kaiserstein für den kaiserlichen Kirchenbau von Karl VI., die Karl-Borromäus Kirche
- Der röm.-deutsche Kaiser Karl VI. gewährte erneut am 5. Dezember 1712 das Salva Guardia-Privilegium für Kaisersteinbruch den Steinmetzmeistern Johann Georg Haresleben, Elias Hügel, Johann Baptist Kral und Simon Sasslaber.[125]

Am 22. Oktober 1713 legte der Kaiser zu St. Stephan ein Gelübde wegen der Pestepidemie ab und versprach eine Kirche, die Karl-Borromäus Kirche erbauen zu lassen.
- Im kaiserlichen Schreiben vom 20. Dezember 1714 erneuerte und bestätigte Karl VI. eine eigenständige Viertellade in Kaisersteinbruch.[127]

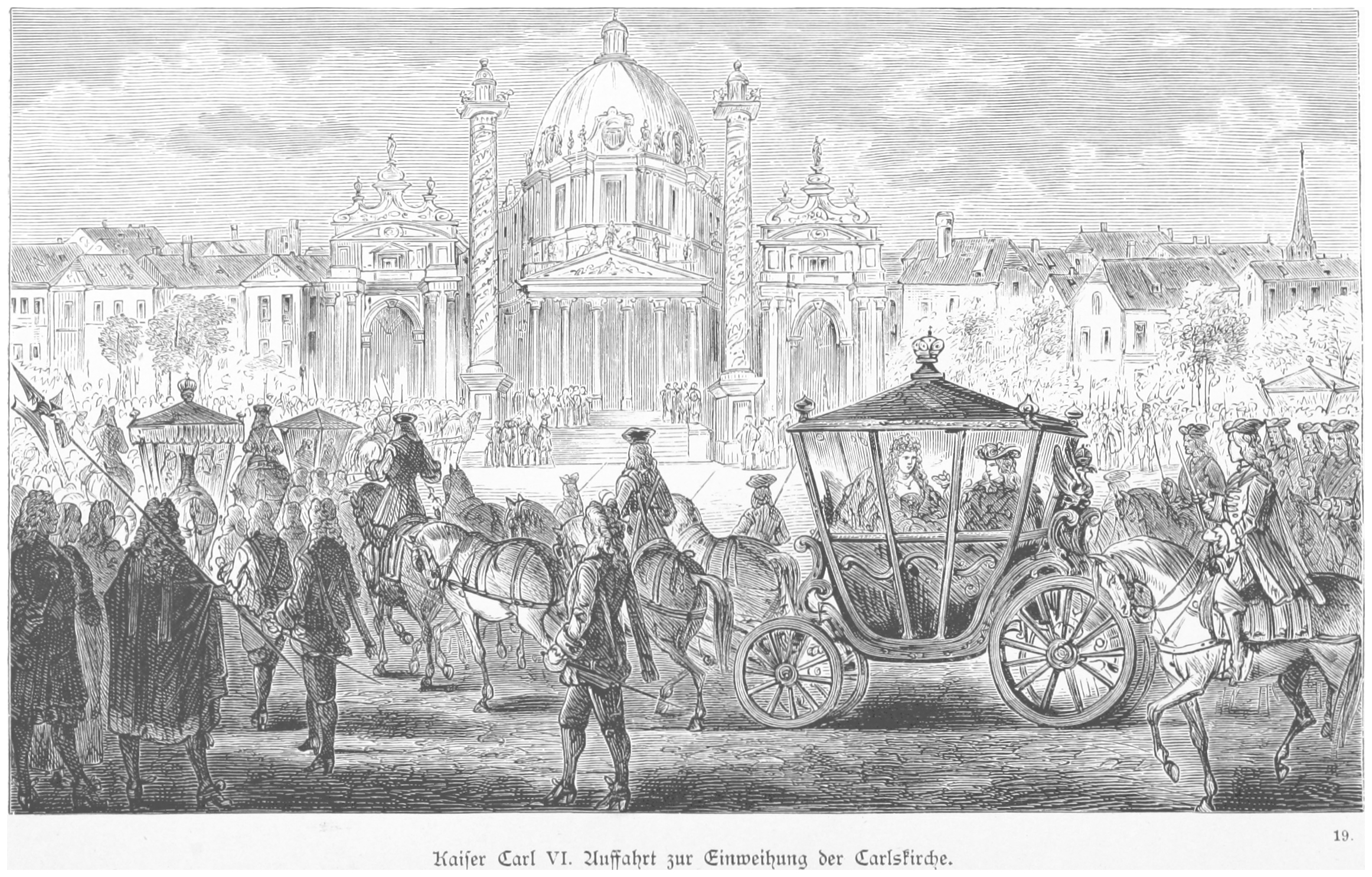
Kaiser Karl VI. zur Einweihung der Karlskirche
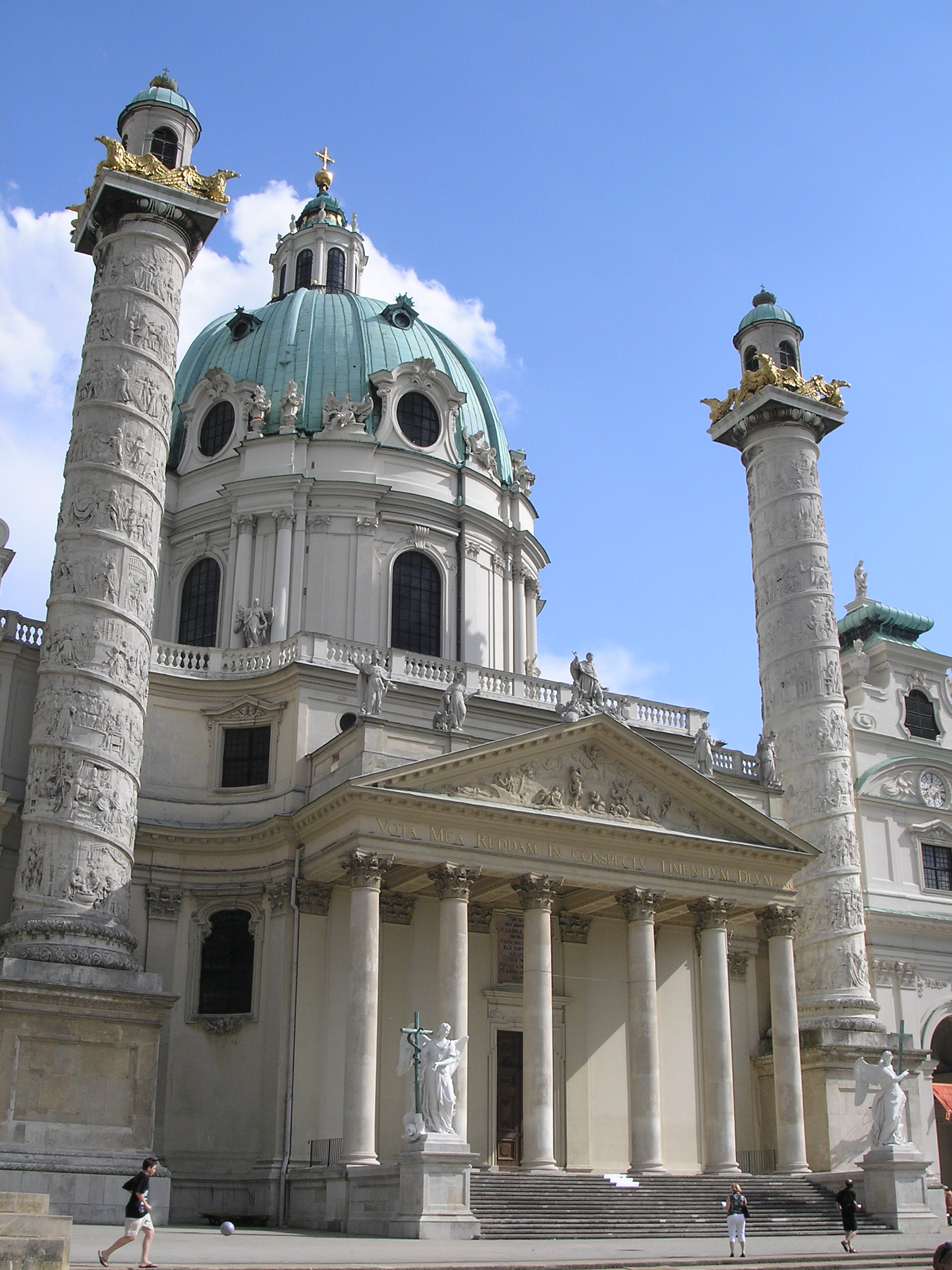
Karlskirche
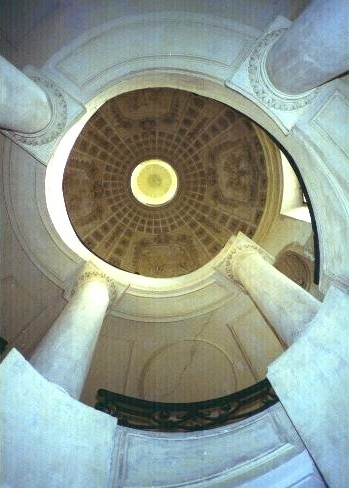
Große Kaiserstiege
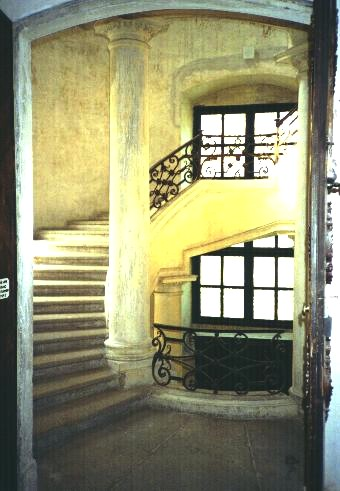
Kaiserstiege hinauf
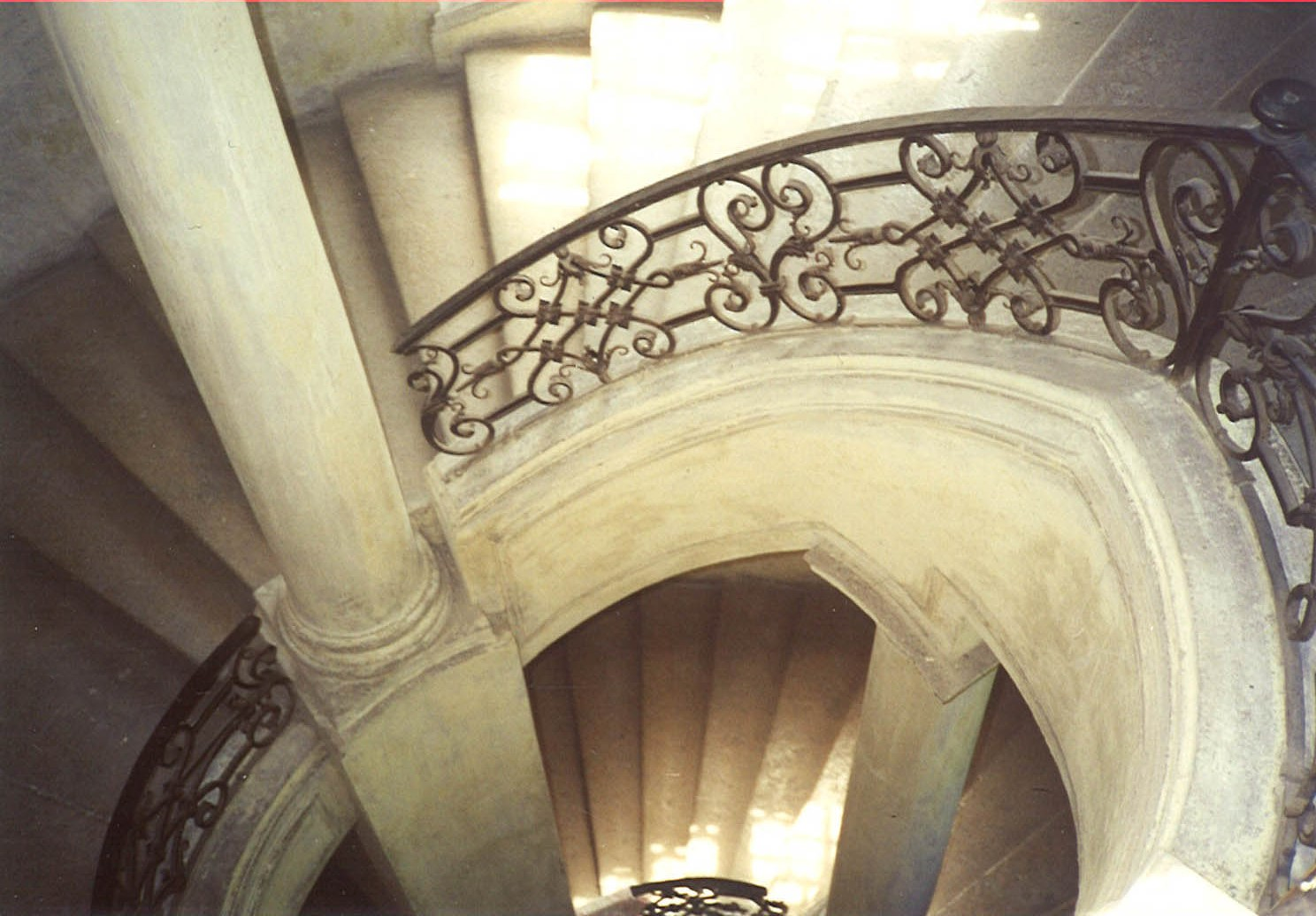
Runterschauend
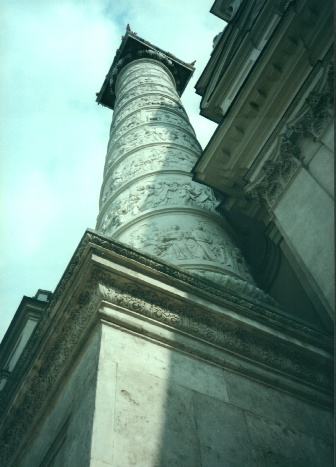
Säulen Postamente
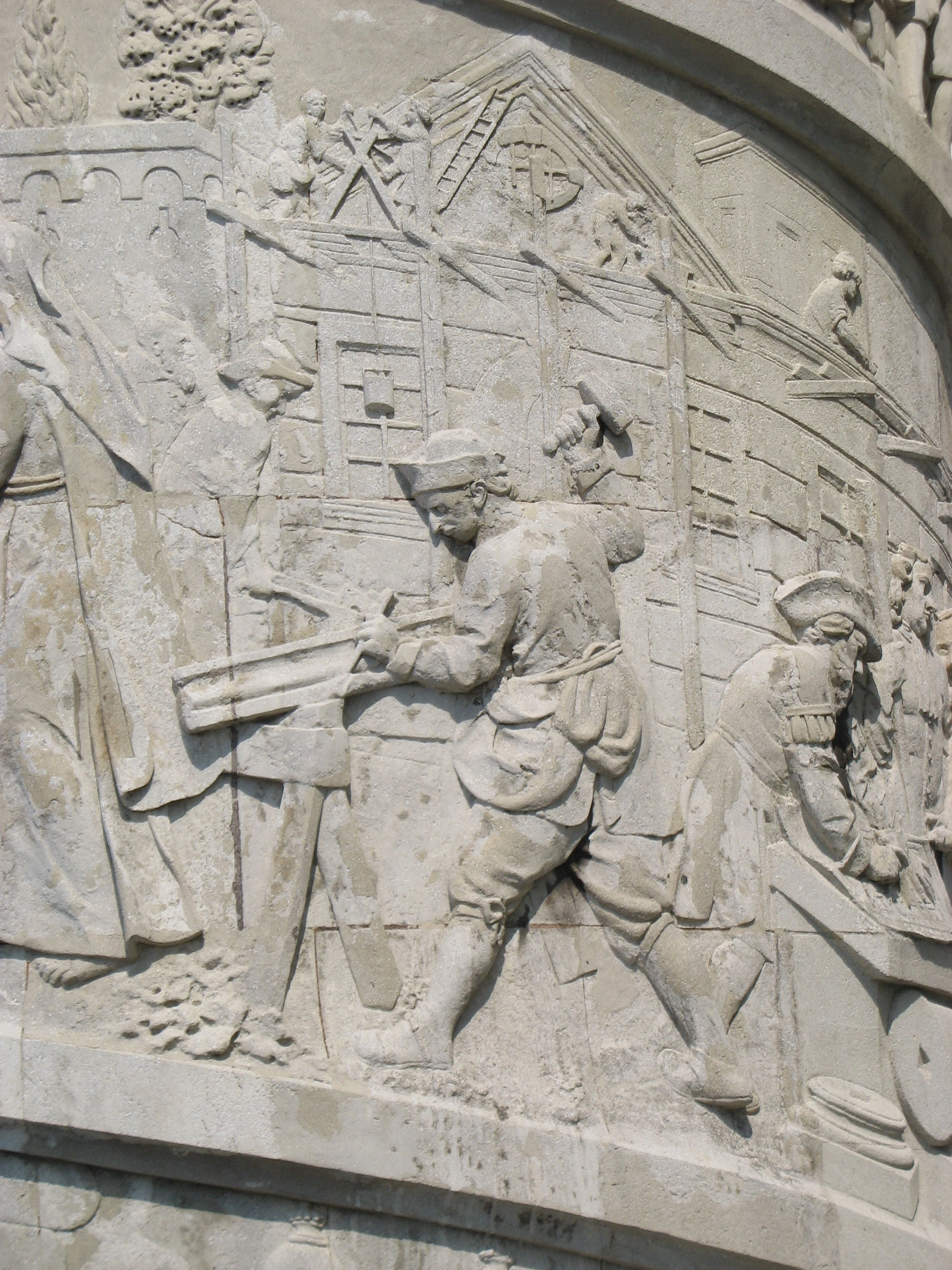
Säulenrelief Steinmetz

In Einlösung des Gelübdes erfolgte der Baubeginn am 4. Dezember 1715 durch Architekt Johann Bernhard Fischer von Erlach, Baumeister war der kaisl. Hofbaumeister Anton Erhard Martinelli. Die Grundsteinlegung erfolgte am 4. Februar 1716 auf einer öden Anhöhe am rechten Ufer des kaum regulierten Wienflusses. 1716 wird Material aus dem Steinbruch des Prälaten Antonio von Monte Serrato zu Weinhaus bezogen, anderes aus einem zweiten Steinbruch in Weinhaus und Tuffstein aus Kaltenleutgeben. Großauftrag für die beiden Meister aus dem kayserl. Steinbruch, Haresleben und Hügel. Die Meister Kral, Sasslaber u. a. m. arbeiteten in „Kameradschaft“, zu gleichen Teilen.
In der Specification des Haresleben über die Steinmetzarbeit des Jahres 1716 sind angeführt: Haupttor, sämtliche Stiegen, Sockelplatten, Gesimse, die großen Postamente für die beiden Säulen, alles aus dem kayserlichen Steinbruch, im Ausmaß von … 1.344 fl. Die beiden innen hohlen Triumphsäulen Eggenburger Stein von den Meistern Andreas Steinböck und Franz Strickner, innere Stufen harter Kaiserstein.
Da Haresleben mit Tod abgangen († 24. Juli 1716), so steht es im Baujournal, endete eine große Laufbahn als Hofhandwerker, und Hügel übernimmt die Leitung im kayserl. Steinbruch.
Der Auftrag währt viele Jahre – 1728 (Hochaltar): dem Elias Högel Steinmetzmeister im kayserl. Steinbruch an seinen dahin gelieferten Arbeithen über ihme in Anschlag zugezöhlt … 1.687 fl 31 Kr.
Fischers Sohn Joseph Emanuel vollendet den Bau 1739.

## Kaiserstein für das „Figarohaus“ in der Domgasse in Wien

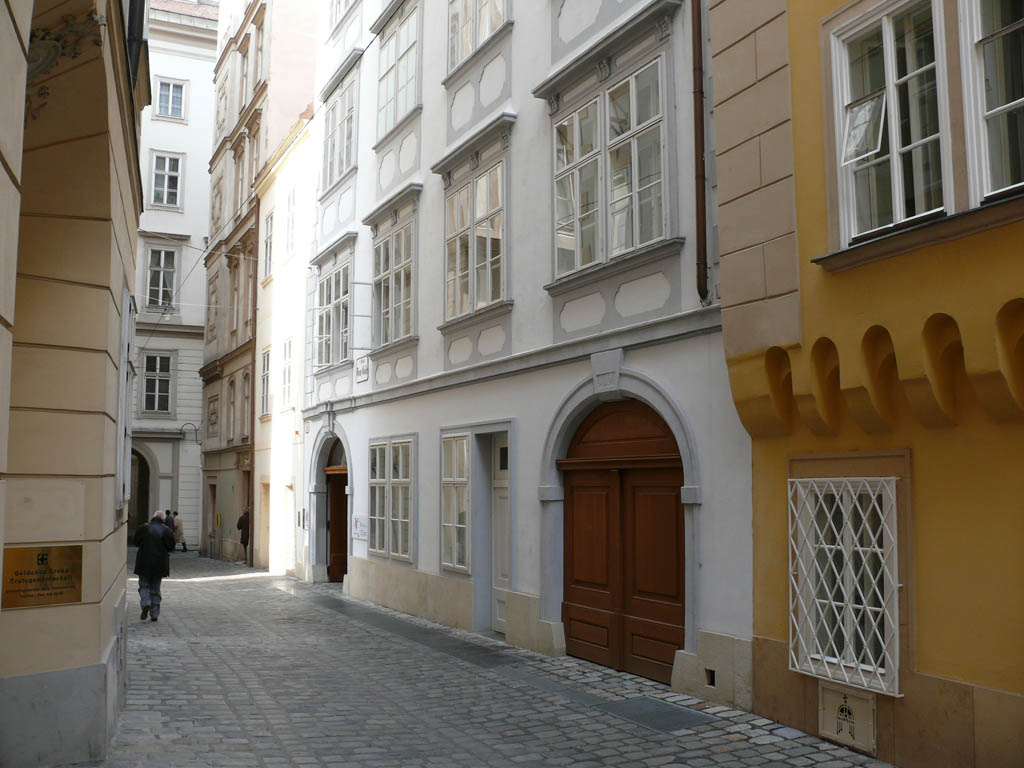
Mozarthaus
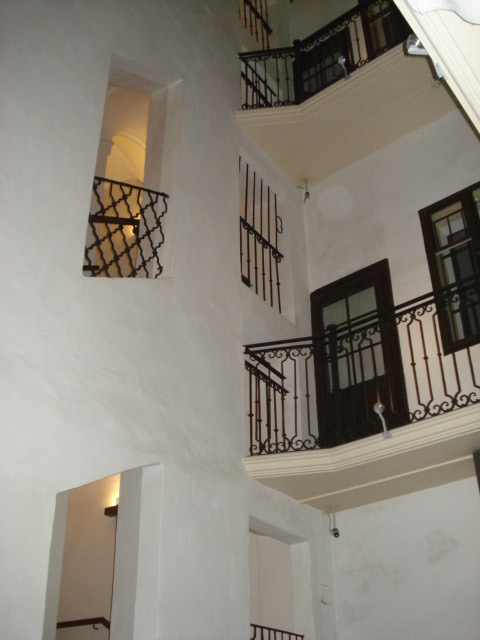
Pawlatschenhof Zweipfeilerstiege
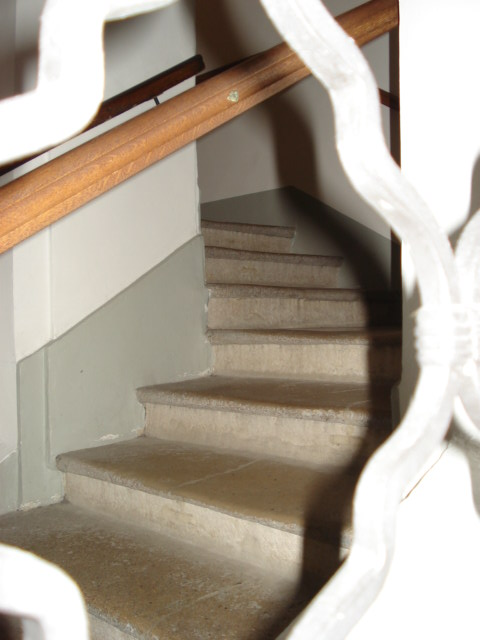
Kaisersteinstufen
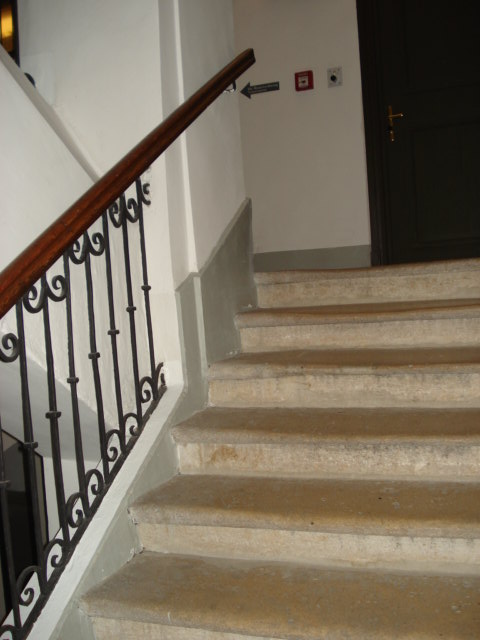

1716 erfolgte ein Umbau des bestehenden Gebäudes durch Andrea Simone Carove, Baumeister in Wien und Schlesien. Besichtigt wurde eine Zweipfeilerstiege mit Kaisersteinstufen.
- Von 1784 bis 1787 bewohnte Wolfgang Amadeus Mozart hier mit seiner Frau Konstanze eine 4-Zimmer-Wohnung. Diese Wohnung ist die einzige in Wien erhaltene Mozart-Wohnung und wird vom Wien Museum betreut.

## Kaiserstein für Reichsvizekanzler Friedrich Karl von Schönborn-Buchheim, die Geheime österreichische Hof- und Staatskanzlei

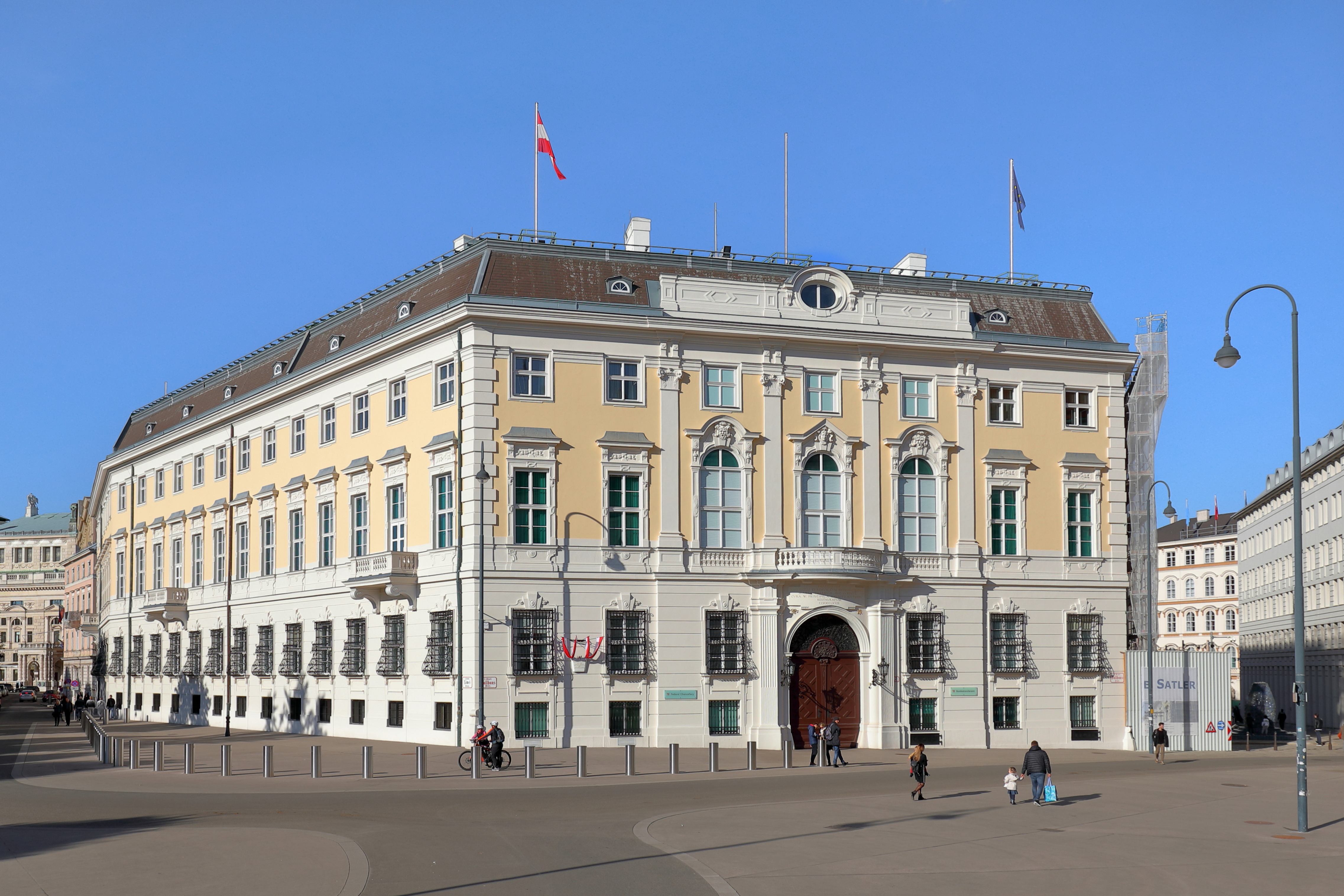
Bundeskanzleramt
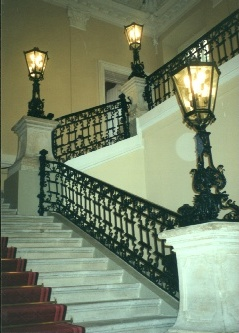
Kaiserstein-Treppe hinaufgehend
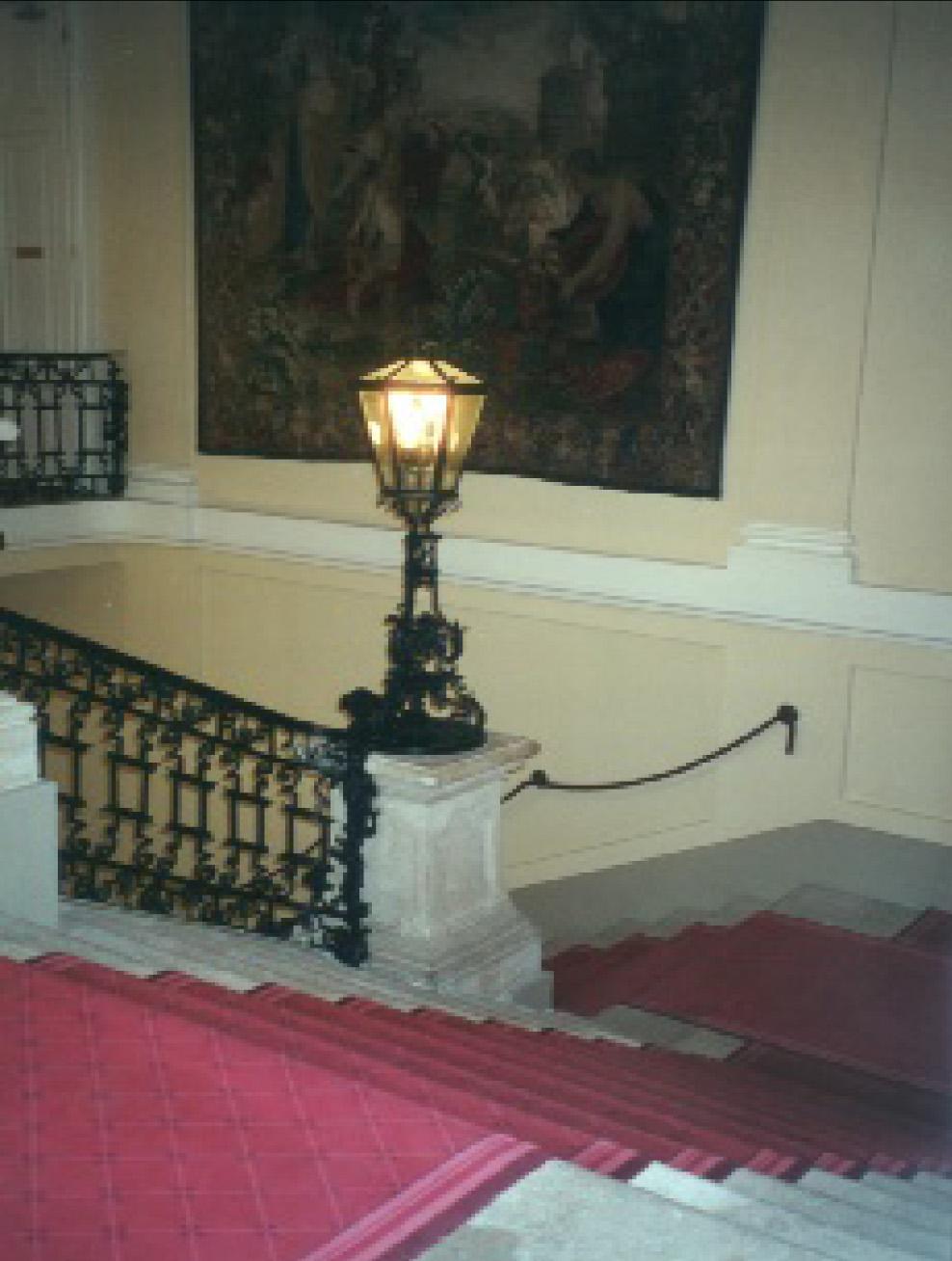
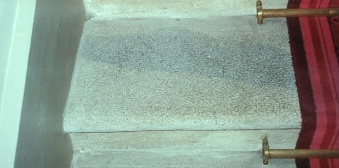
Kaiserstein-Stufe mit blauen Einsprengungen

Das repräsentative Gebäude wurde 1717–1719 im Auftrage Kaiser Karl VI. nach Plänen von Johann Lucas von Hildebrandt, mit dem Baumeister Christian Alexander Oedtl, als Geheime Hofkanzlei unter Reichsvizekanzler Friedrich Karl von Schönborn-Buchheim erbaut.
- 1764–1767 erfolgten durch Maria Theresia und ihren Hofarchitekten Nikolaus Pacassi bauliche Veränderungen und Erweiterungen. Im Vestibül rechts zur Prunktreppe mit großen Stufen aus hartem, weißem Kaiserstein.[130]

## Kaiserstein für das Palais Batthyány, Bankgasse 2, Schenkenstraße 2 und Herrengasse 19
Kaiser Leopold I. schenkte Haus und Grund Graf Wolf Andre Orsini-Rosenberg, der nach 1692 ein Palais erbauen ließ, das 1716 durch die beiden Nachbarhäuser erweitert wurde. 1718 kam das Palais an Gräfin Eleonore Batthyány; sie ließ die Fassade der drei Häuser durch Christian Oedtl, in Anlehnung an die Art des Johann Bernhard Fischer von Erlach, mit dem die Familie Batthyány enge Beziehungen hatte, einheitlich gestalten.

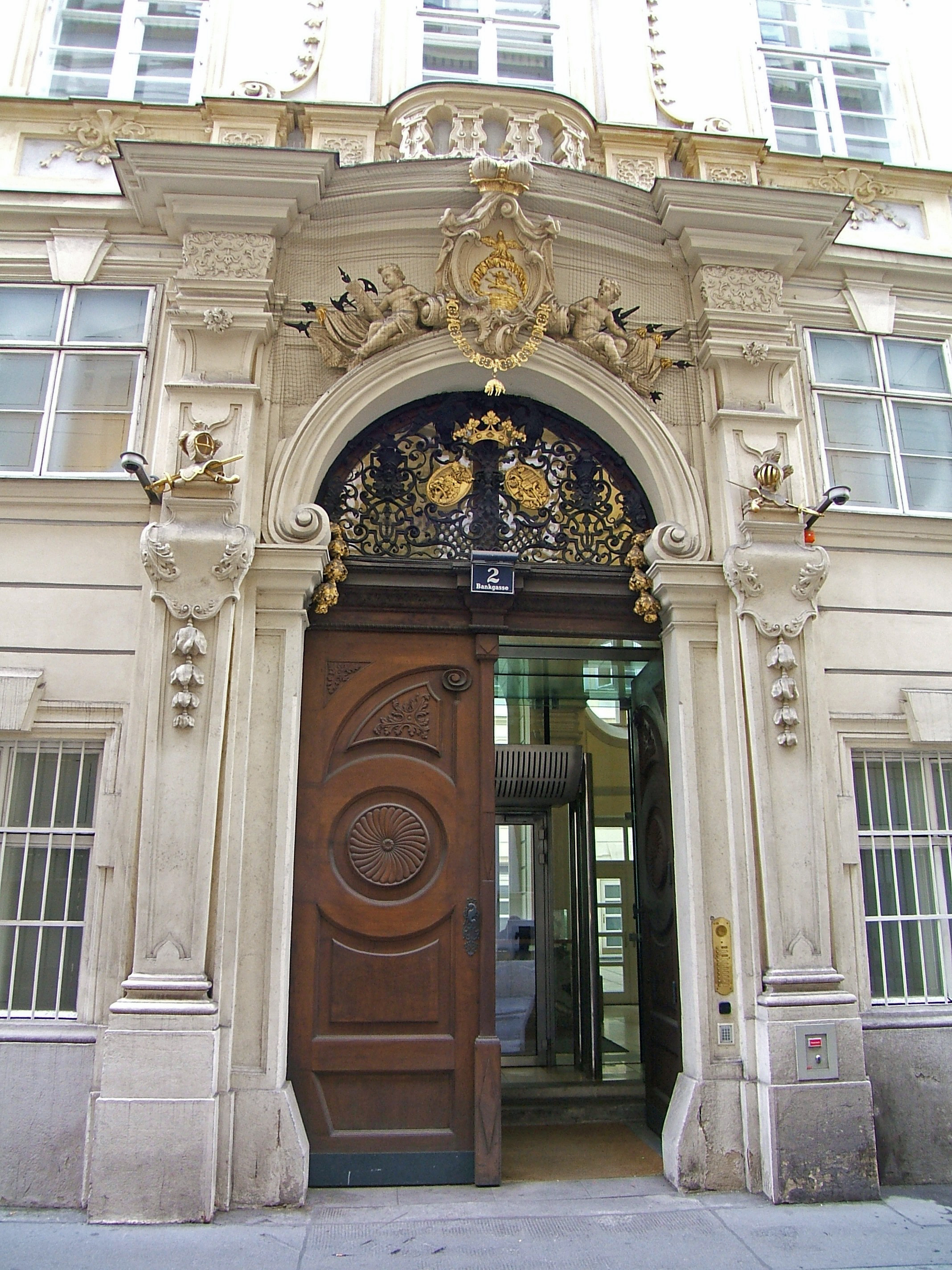
Portal in der Bankgasse
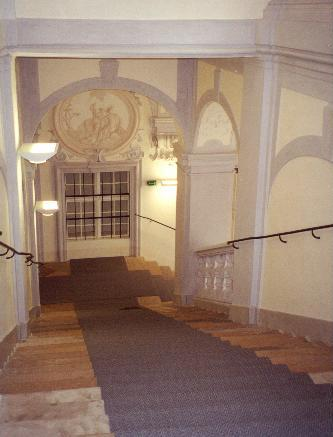
Kaisersteinstiege
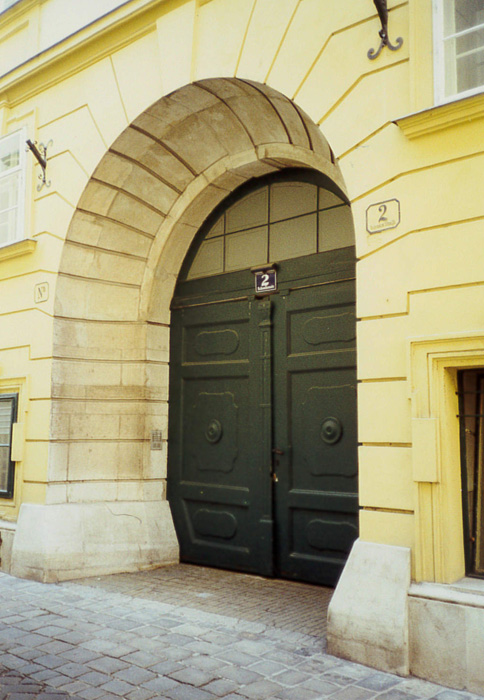
Portal Schenkengasse 2
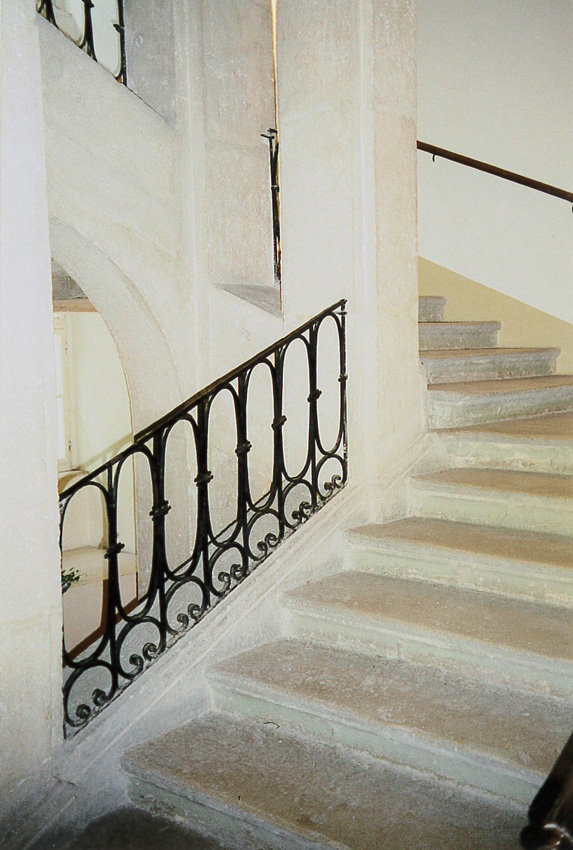
Kaisersteinstiege

## Kaiserstein für Johann Brassican von Emmerberg in seinem Palais, später Palais Wilczek
Die Liegenschaft Herrengasse 5 kam 1547 in den Besitz von Johann Ludwig Brassican von Koelburg, genannt von Emmerberg, der 1542 Rektor der Wiener Universität war. Sie blieb bei seiner Familie bis zu ihrem Aussterben 1728.
Das heutige Palais wurde kurz nach 1719 für Johann Brassican von Emmerberg errichtet. Erbaut nach Plänen von Anton Ospel. Das bemerkenswerte Portal mit Balkon und Schmiedeeisengitter. Die Hauptstiege hat Stufen aus Kaiserstein, ebenso das Becken des barocken Hofbrunnens.

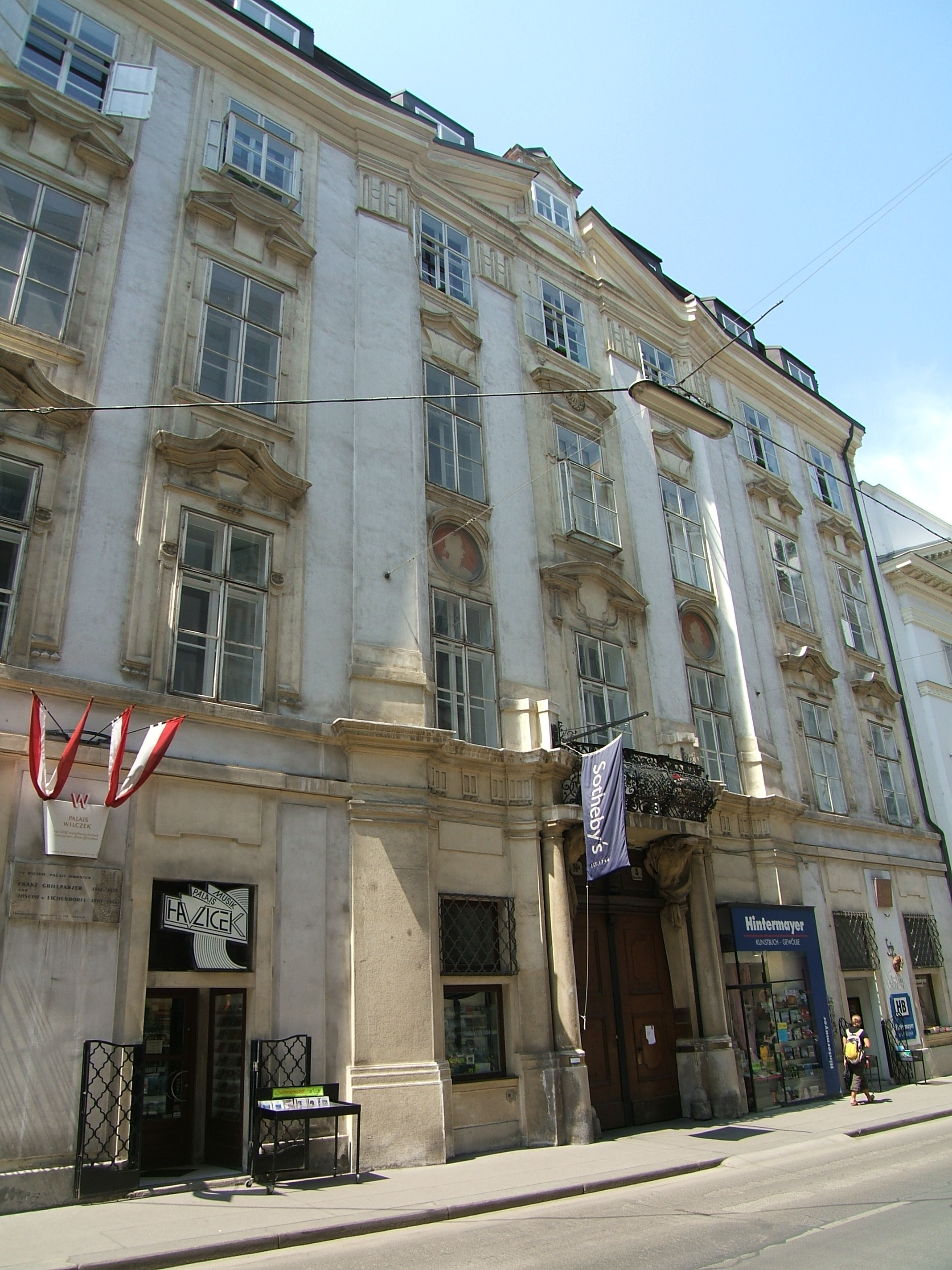
Fassade Herrengasse
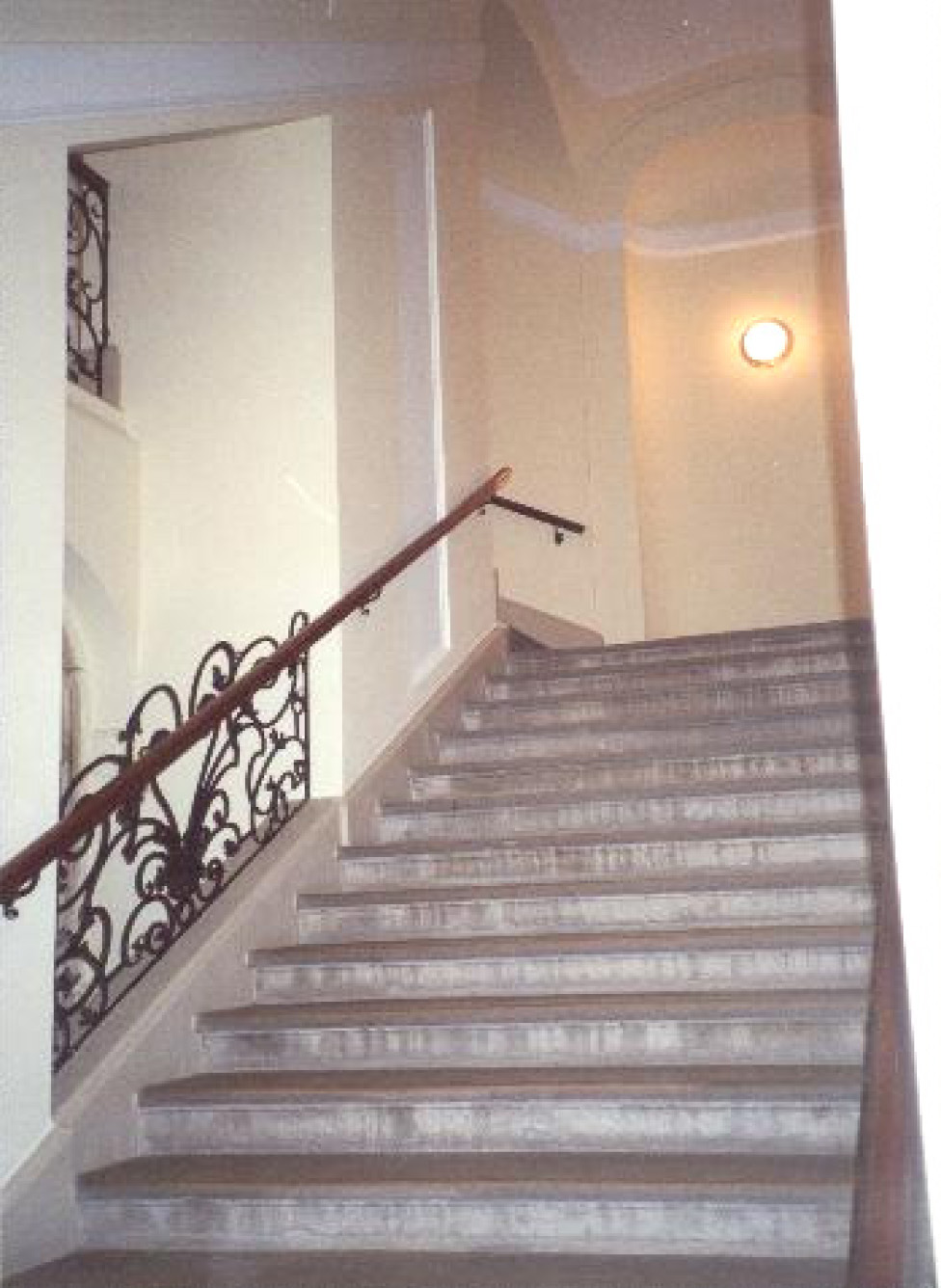
Hauptstiege

1825 erwarb Graf Franz Josef Wilczek das Gebäude. Bedeutendstes Mitglied dieser Familie war sein Enkel Hans Nepomuk Graf Wilczek, der Erbauer der Burg Kreuzenstein.

## Kaiserstein für Kaiser Karl VI., in seinen Hofstallungen, später für die Reithalle
Als Hofstallungen bezeichnete man bis zum Ende der Donaumonarchie den weitläufigen Gebäudekomplex, in dem sich heute das Wiener MuseumsQuartier befindet. Kaiser Karl VI. erteilte seinem Architekt Johann Bernhard Fischer von Erlach im Jahre 1719 den Auftrag, im Bereich des Glacis vor dem Burgtor ein großes Gebäude für die kaiserlichen Hofstallungen zu errichten. 600 Pferde und 200 Karossen sollten hier untergebracht werden. Der Bau wurde 1725 vom Sohn Joseph Emanuel Fischer von Erlach fertiggestellt. Die Steinmetzarbeiten besorgte der Hofsteinmetzmeister Elias Hügel aus dem Kaiserlichen Steinbruch, er war dem kaiserlichen Hofbauamt unterstellt, für die Stiegenstaffel und andere Bauteile wurde, wie damals üblich, harter Kaiserstein verwendet. Im Bereich des ehem. Rappen- und Schimmelstalles, auch im Staatsratshof, drei kleine Stiegen mit Kaisersteinstufen, ebenso im Haus Mariahilfer Straße eine Zweipfeiler-Stiege.
Es handelt sich bei den Hofstallungen um einen der größten und prächtigsten Marställe Europas.
Nach 1850 erbaute Hofbaumeister Leopold Mayr die große Reithalle im neobarocken Stil.

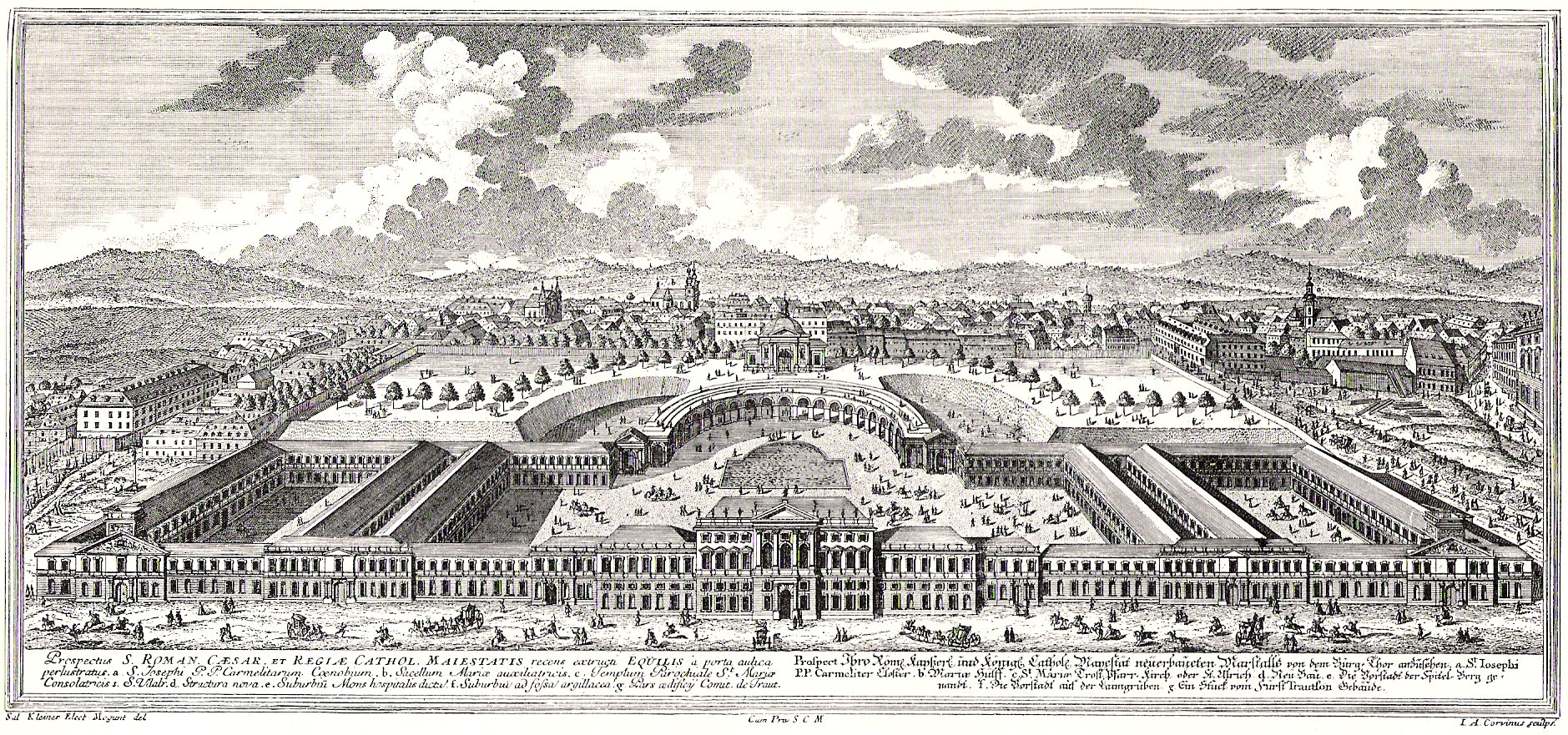
Hofstallungen 1720, Stich nach S. Kleiner
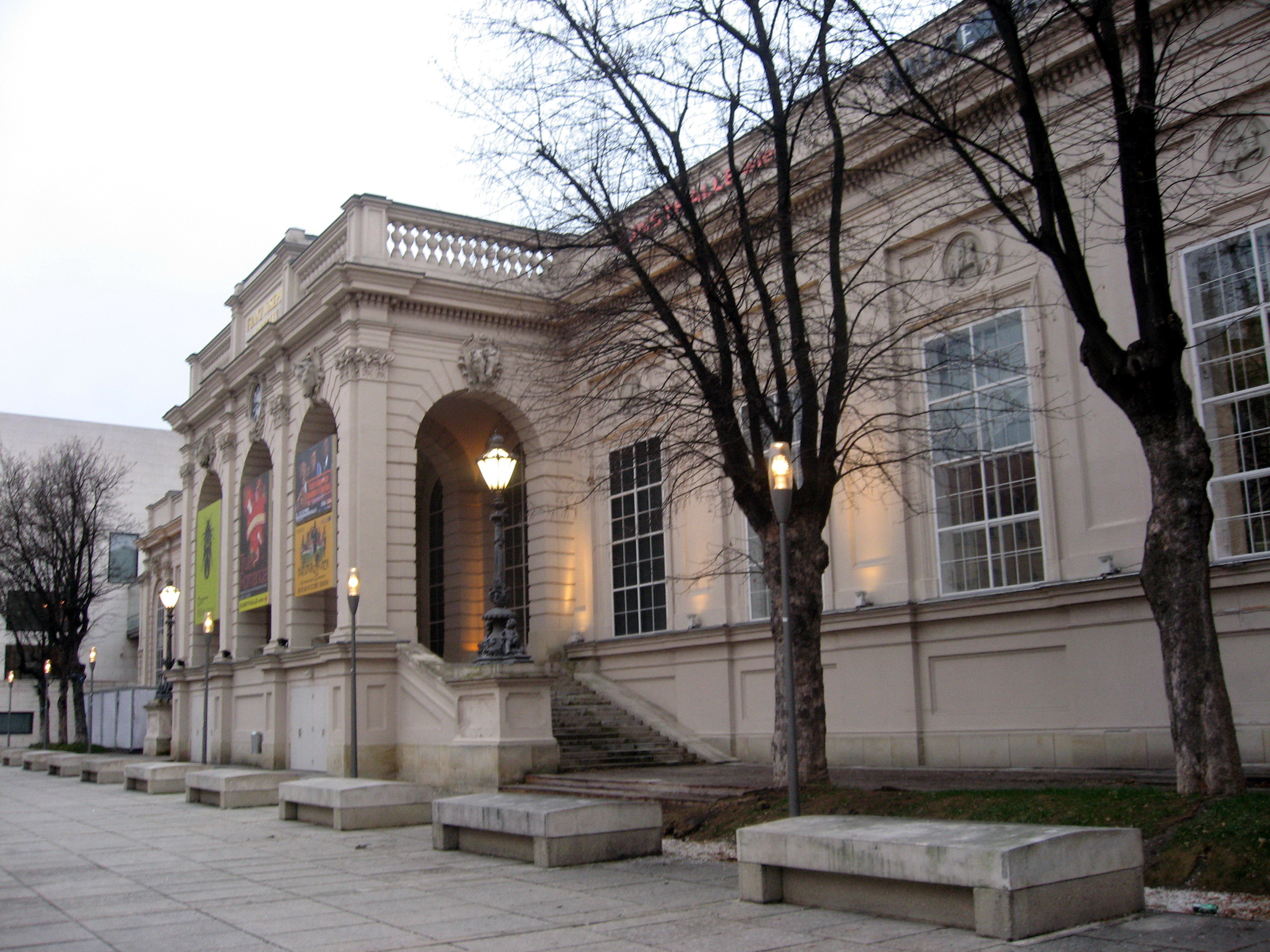
Ehem. Reithalle, derzeit Kunsthalle
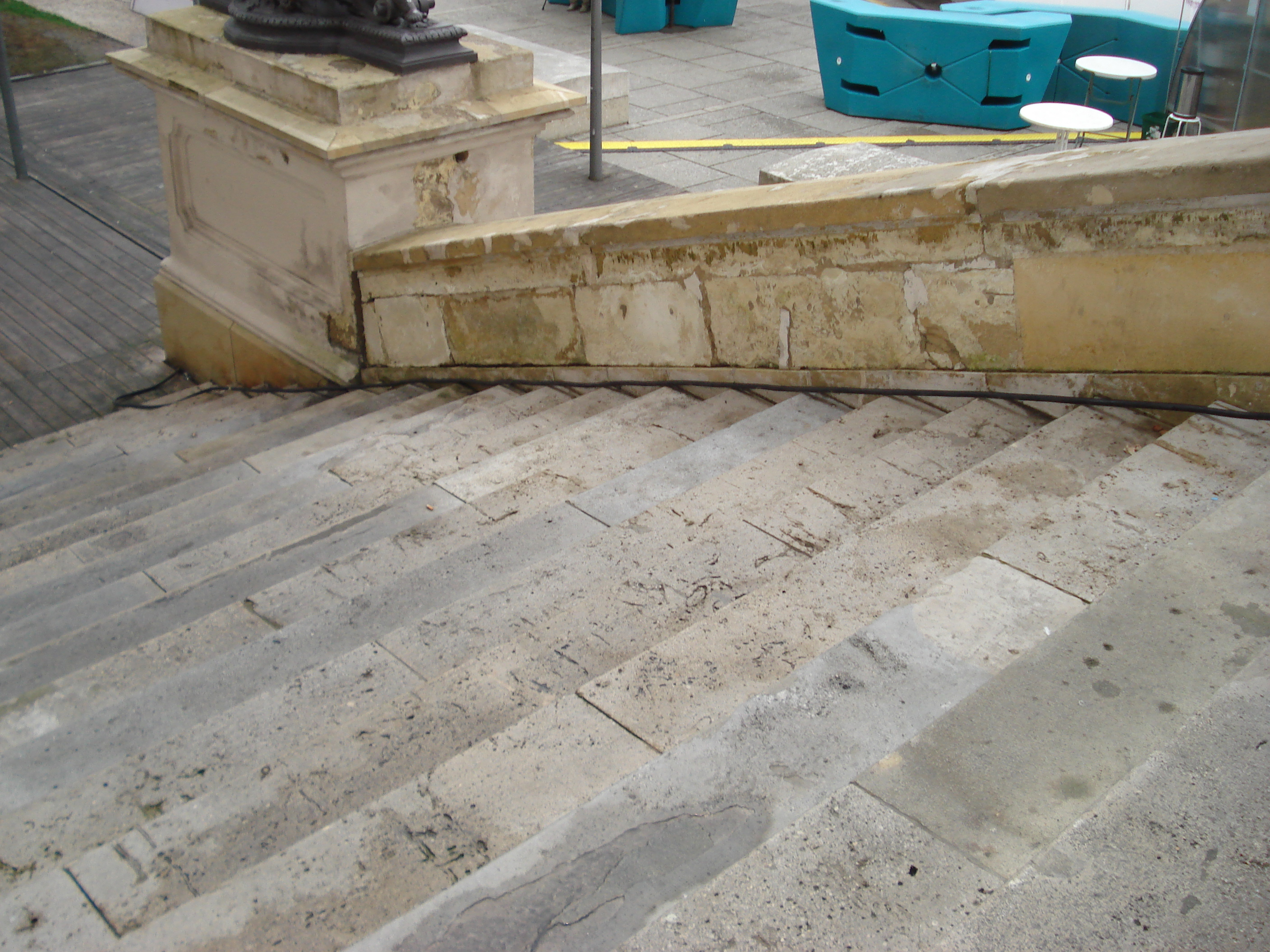
Treppen mit Stufen Kaiserstein
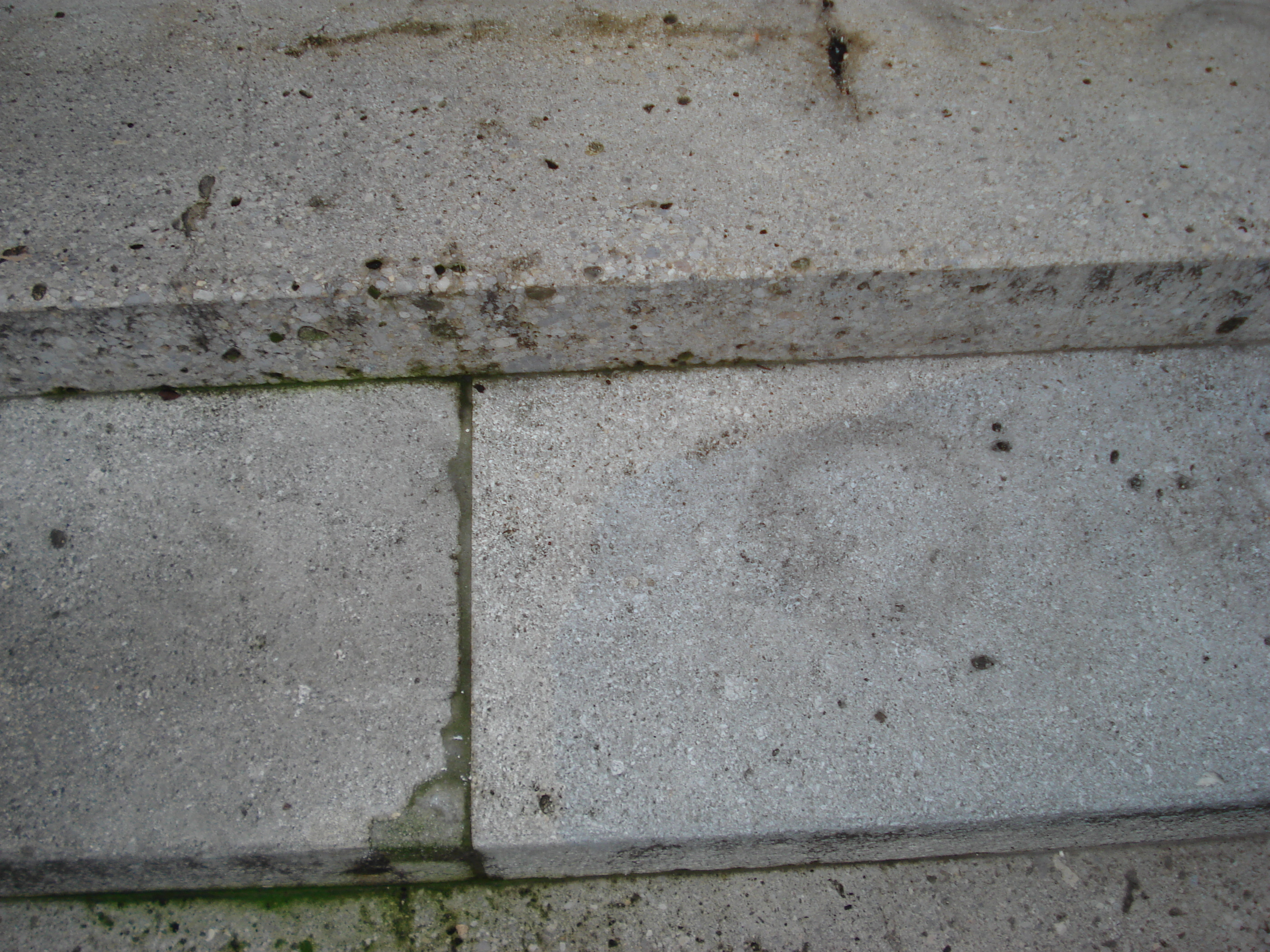
Kaisersteinstufen
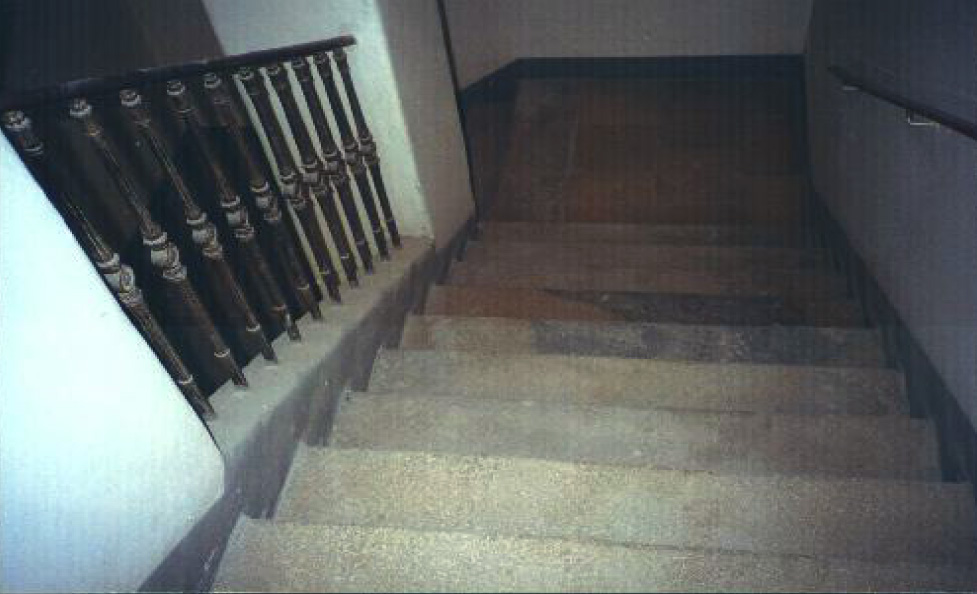
Zweipfeiler-Stiege

## Kaisersteinbrucher Steinmetzmeister 1720
Liste anno 1720. Johann Paul Schilck, Richter; Johann Baptist Kral, Simon Sasslaber, Elias Hügel, Johann Wieser, Franz Trumler, Joseph Winkler.
Anmerkung:
Giovanni Battista Passerini † 1710, Johann Georg Haresleben † 1716, Sebastian Regondi † 1717.

## Kaiserstein für den Löwenbrunnen im Sakristeihof von Stift Heiligenkreuz

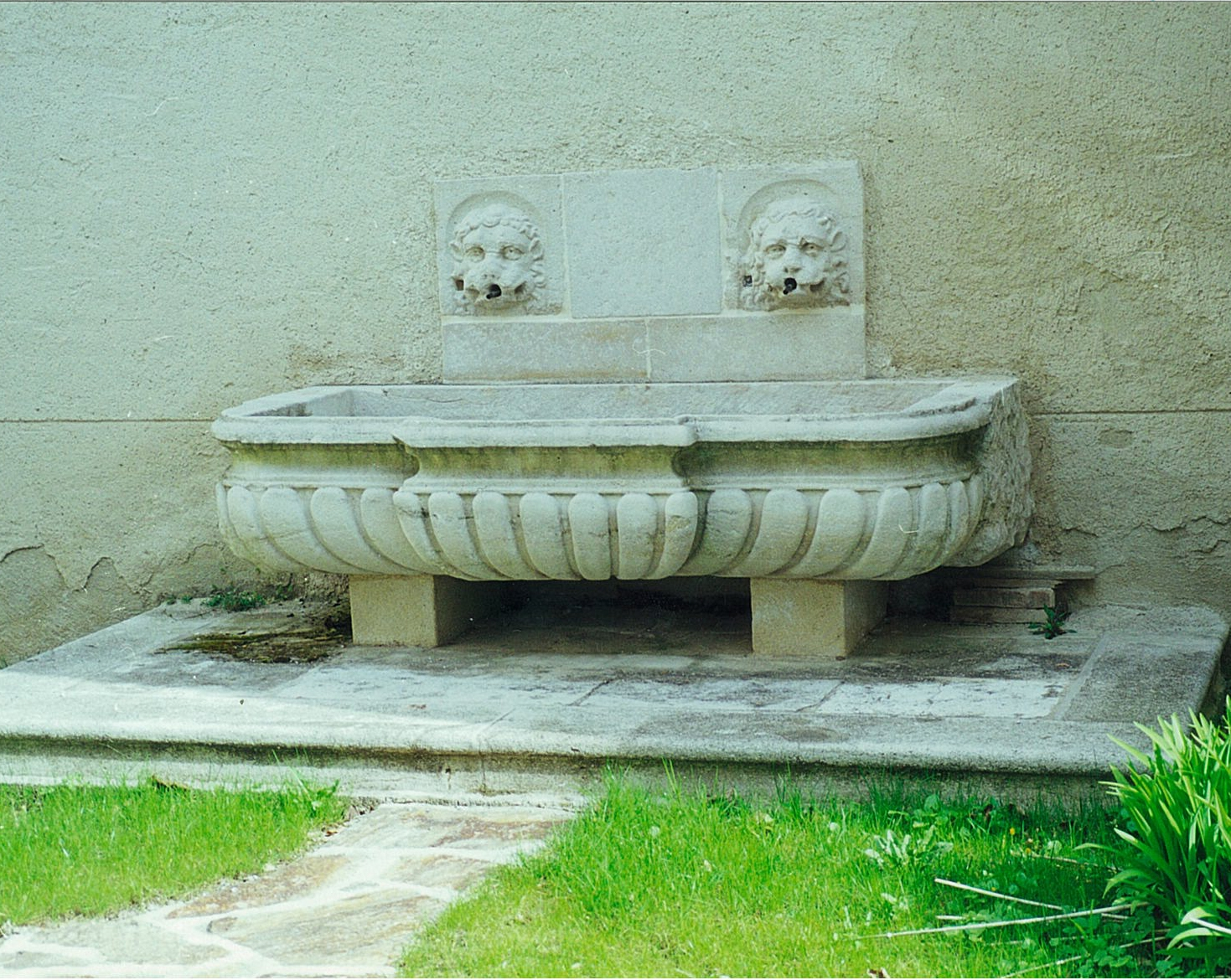
Löwenbrunnen

Aus dem ehemaligen Winterrefektorium in den Sakristeihof des Stiftes gelangte der Löwenbrunnen, um 1720 geschaffen. Brunnenbecken und Masken aus dem harten, weißen Kaiserstein.

## Kaiserstein für den Hochaltar der Kaisersteinbrucher Kirche, Leitung Elias Hügel
Der Hochaltar wurde 1720 von der Kaisersteinbrucher Steinmetzbruderschaft errichtet. Auf einer Steintafel sind die Namen der Constructores eingemeisselt: Elias Hügel, Johann Paul Schilck, Johann Baptist Kral, Simon Sasslaber, Franz Trumler und Joseph Winkler. 1790 errichtete und stiftete Steinmetzmeister Michael Gehmacher, Sohn von Johann und Theresia Gehmacher, die Mensa des Hochaltares. (Inschrift)

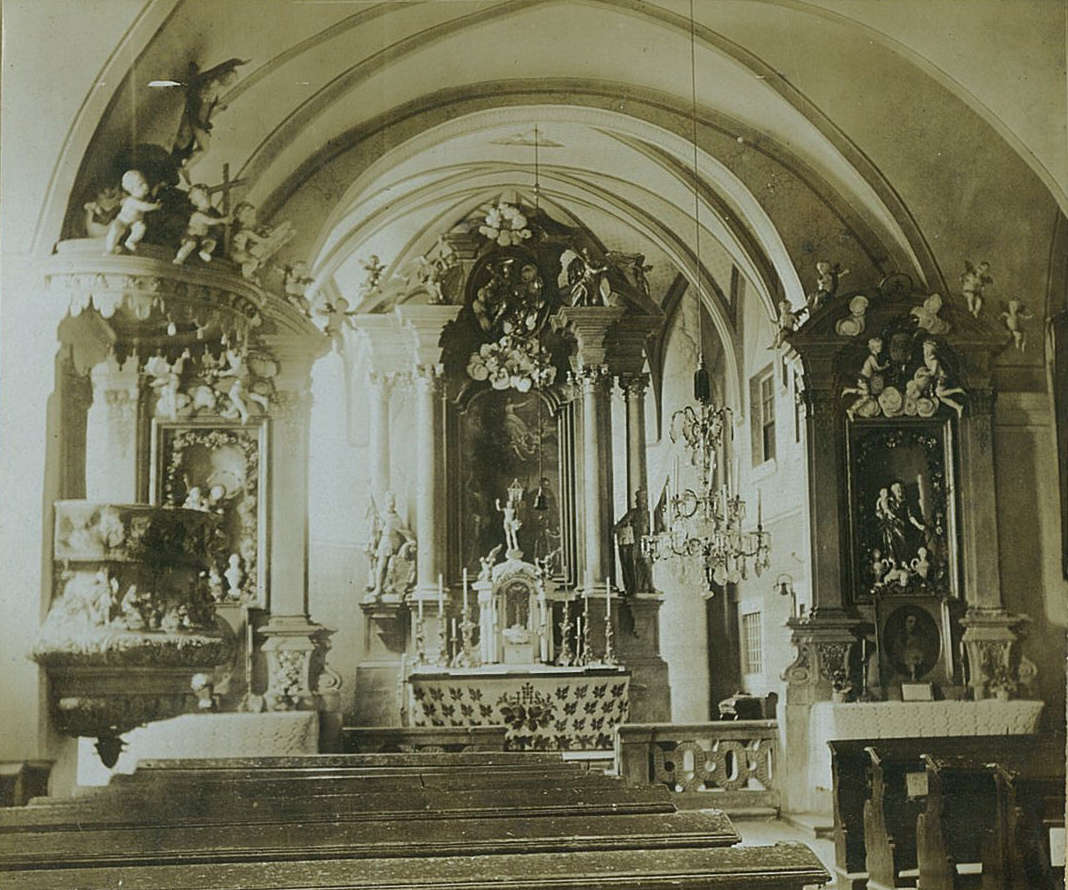
Historische Aufnahme 1924
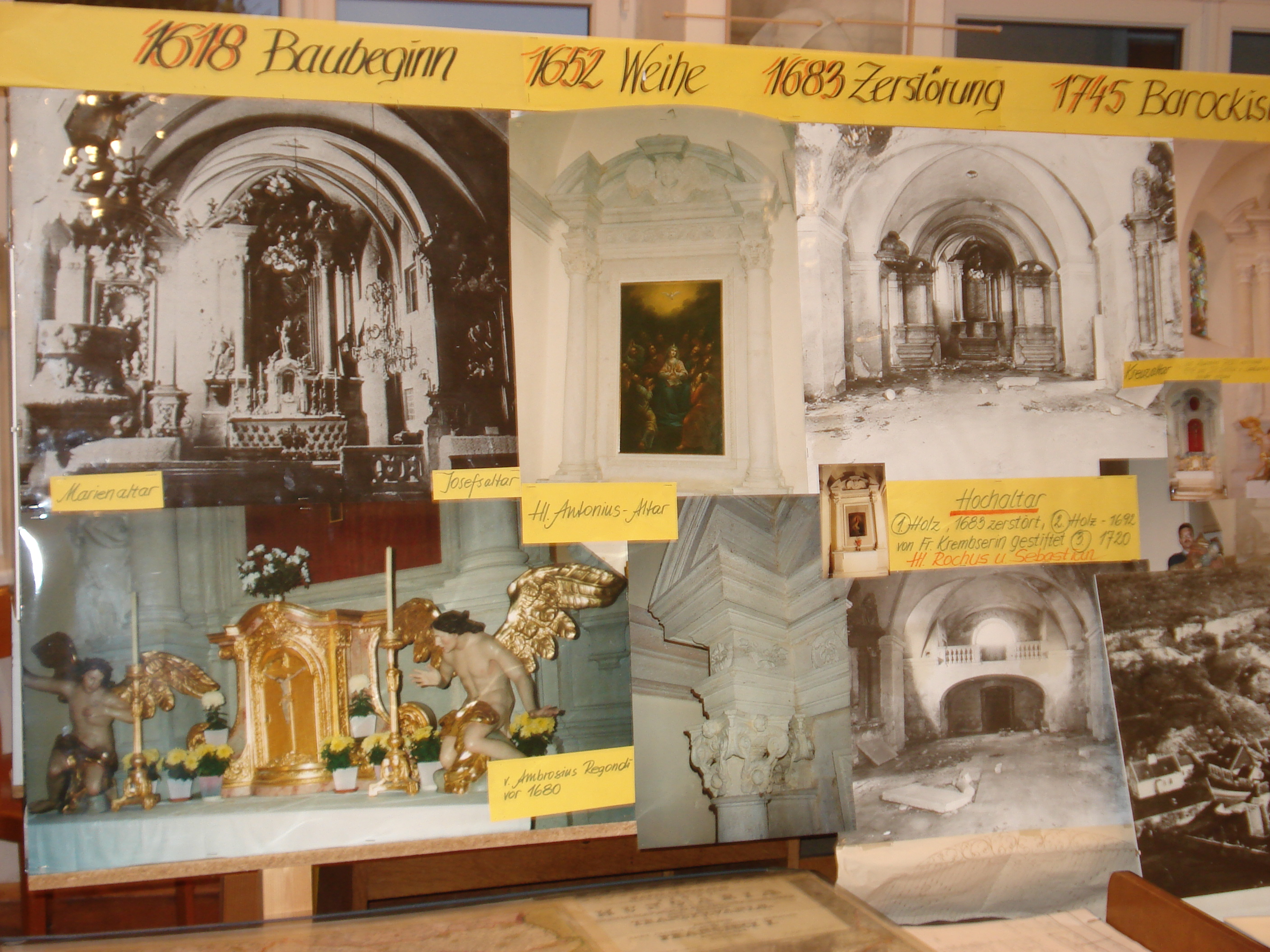
Das Museum dokumentierte die Zerstörung
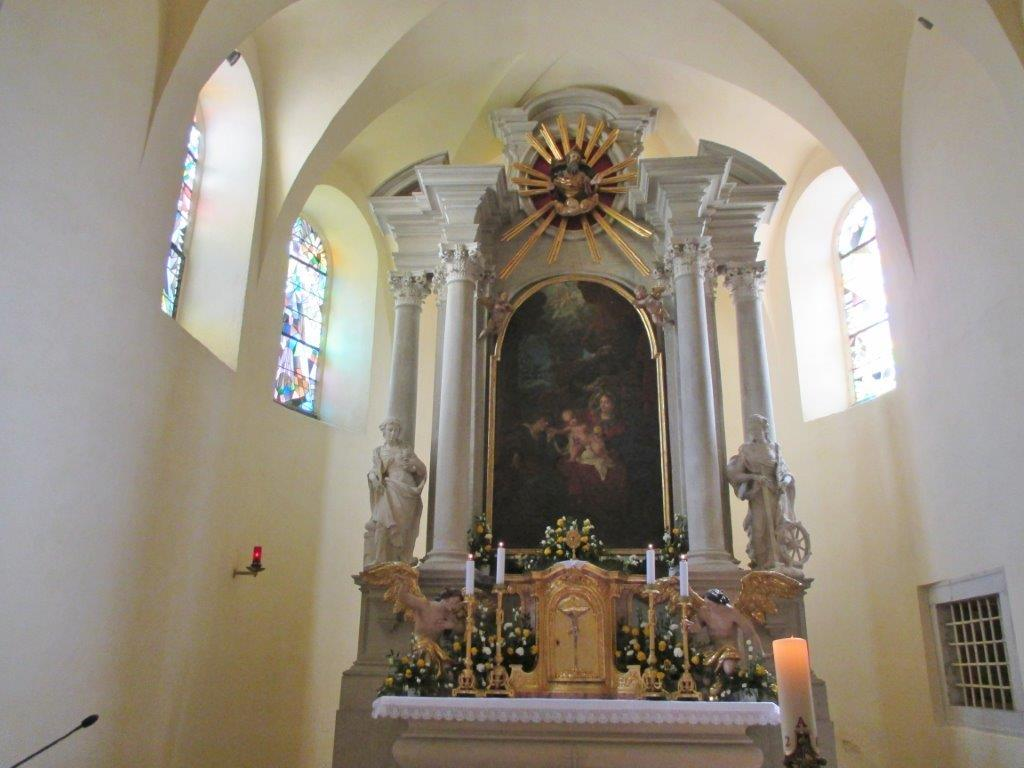
Ein Meisterwerk des Kaisersteinbrucher Steinmetzhandwerkes
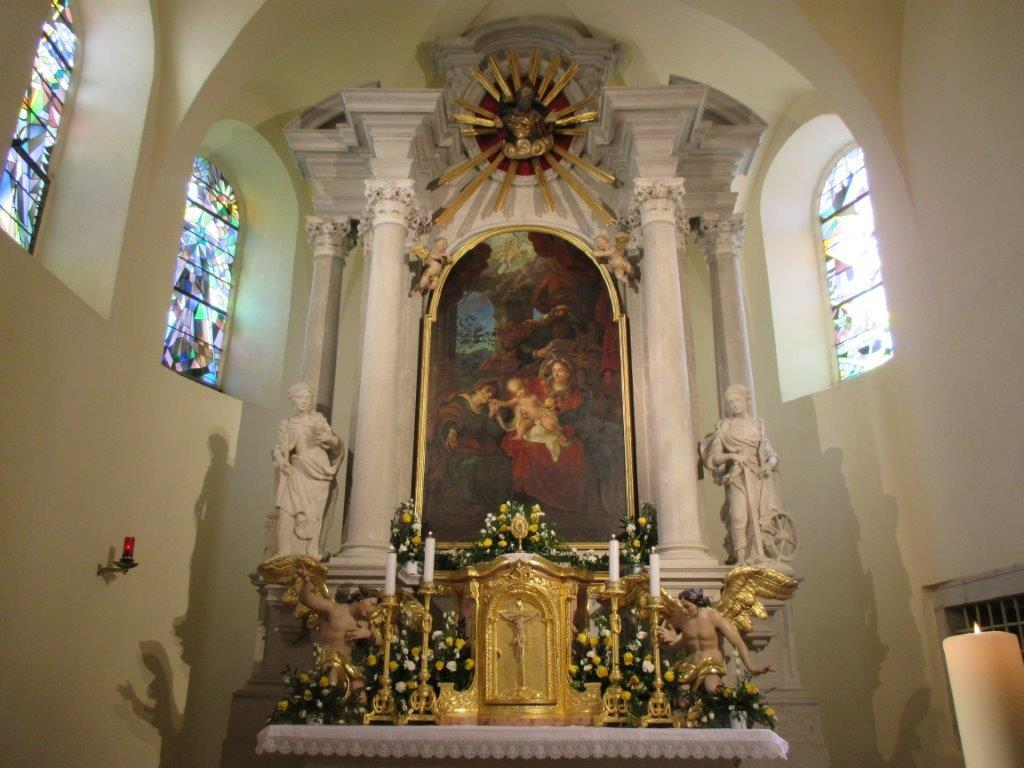
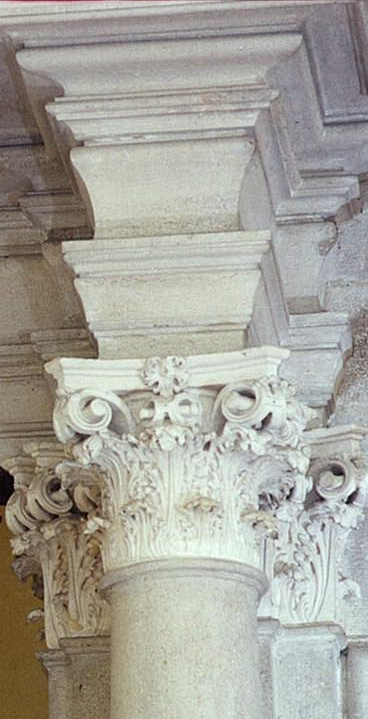
Gebälk
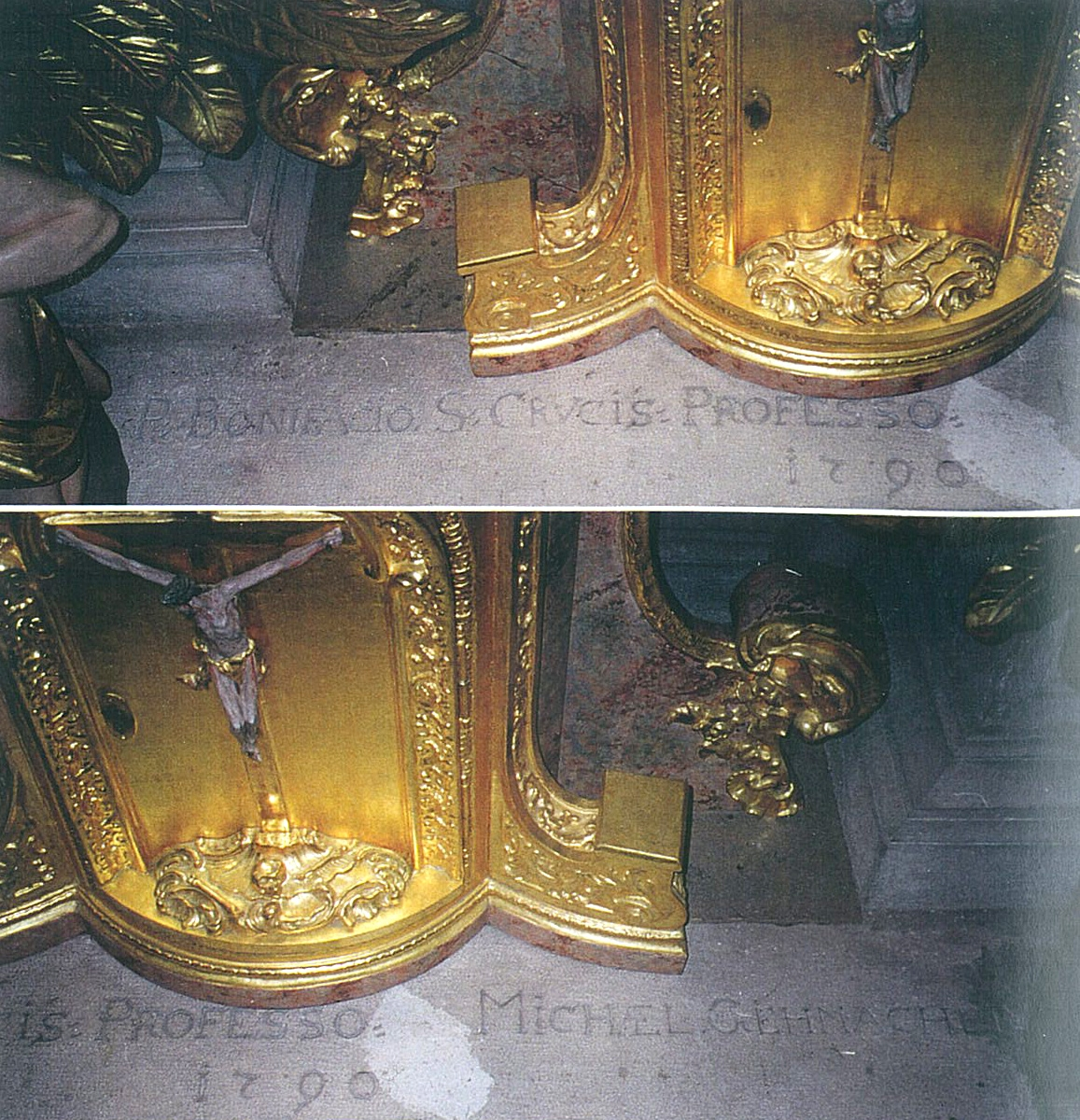
Mensa des Hochaltares 1790

Die Tätigkeit des Museums- und Kulturvereines durch das Bildhauer-Symposium in der Kirche, neuer Schmuck des Hochaltares, als Dauerleihgabe des Diözesanmuseums Wien das Bild „Heilige Sippe“ von F. Chr. Janneck, „Gottvater in den Wolken“ im Dorotheum ersteigert, der monumentale Strahlenkranz und 14 Kreuzweg-Stationen aus Bronzeguss mit Steinrahmen von Alexandru Ciutureanu, Bild für den „Pery“-Altar von Nadia Ioan beide Bukarest, 2 Altarengel von Giovanni Giuliani.

## Kaiserstein für die Freiherren Bartolotti-Partenfeld im Palais am Graben in Wien

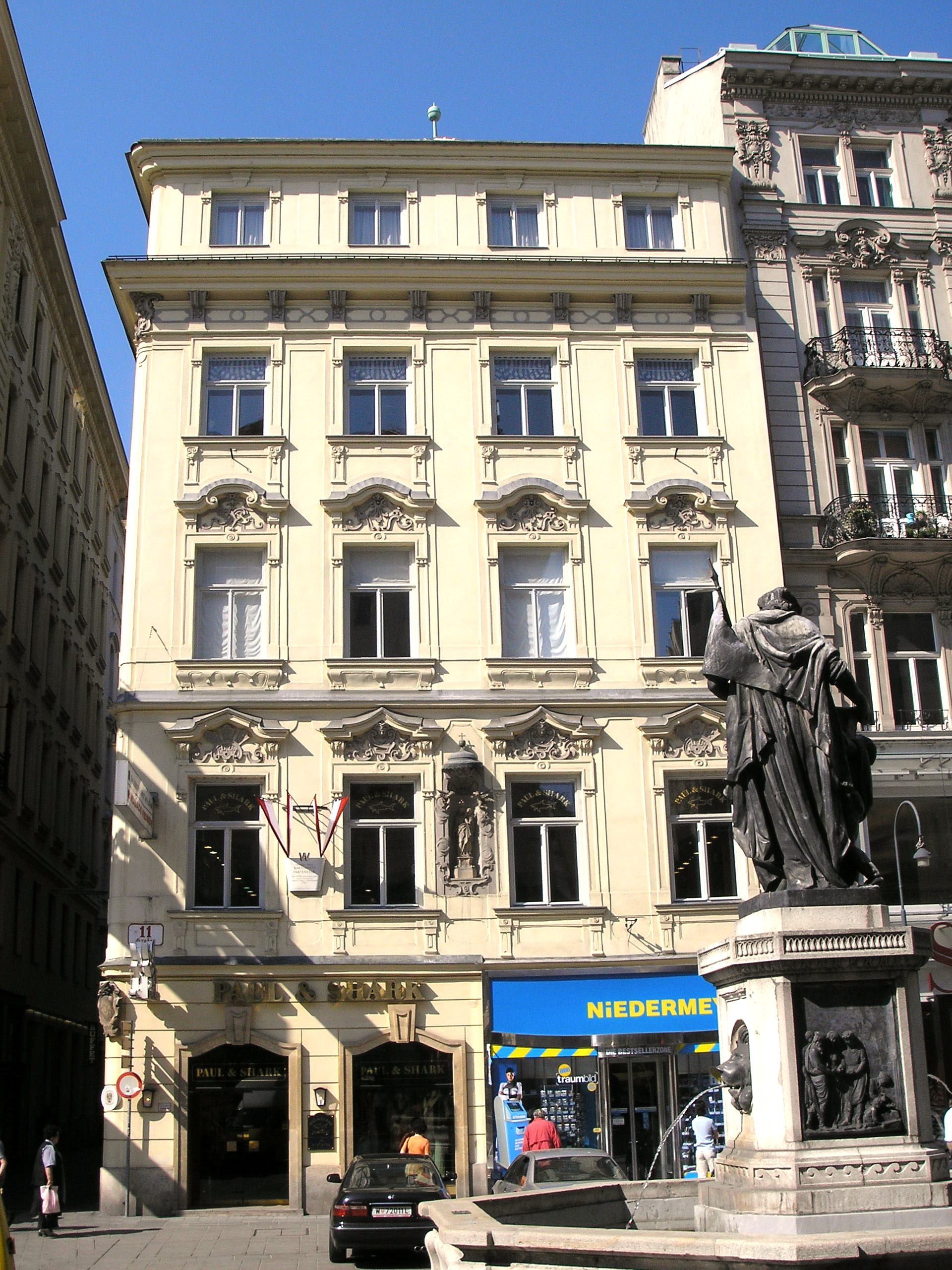
Palais Bartolotti-Partenfeld
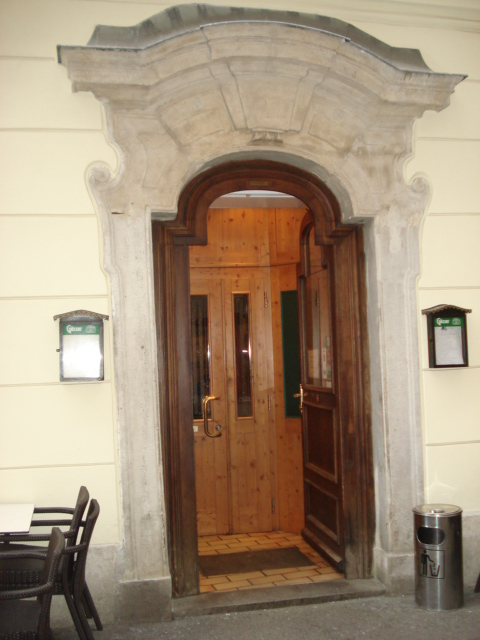
Steintor in der Dorotheergasse
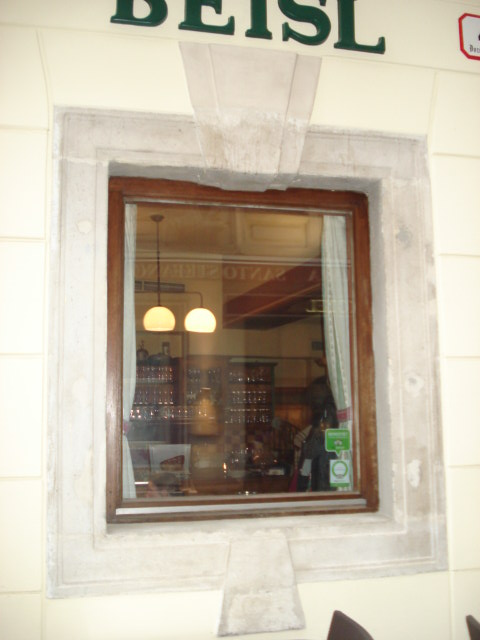
Fensterstein, Kaiserstein
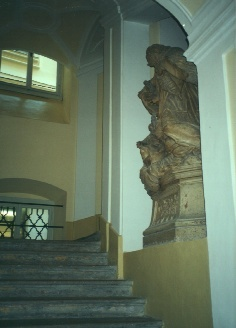
Stiegenhaus
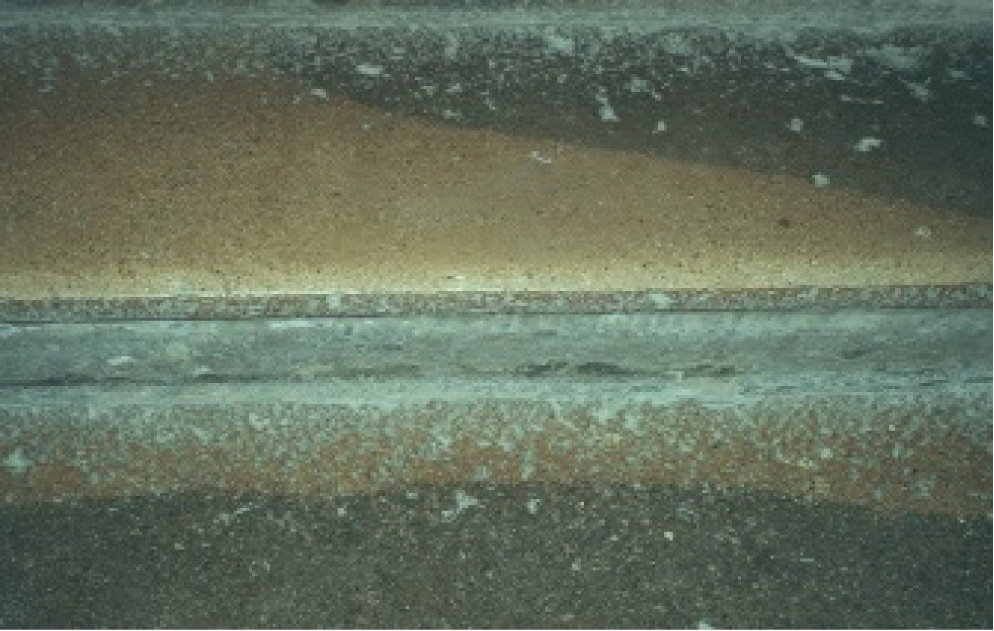
Kaisersteinstufe

Das Palais Bartolotti-Partenfeld ist das einzige barocke Gebäude, das die Umbauten am Graben im 19. Jahrhundert überlebt hat.
- Auf diesem Platz befanden sich schon seit dem 14. Jahrhundert Apotheken. Später befand sich das Gebäude auch im Besitz der Bürgermeister von Wien Wolfgang Treu und Georg Fürst.
- 1704 wurde das Haus von den kaiserlichen Hofkammerräten Johann Paul und Johann Carl Bartolotti Freiherren von Partenfeld, die Brüder waren, angekauft. 1720 suchten sie um Erlaubnis für einen Neubau an. Der Entwurf des Palais geht vermutlich auf Johann Lucas von Hildebrandt zurück, sein Baumeister war Franz Jänggl. Die Hauptfront mit zwei Portalen liegt in der Dorotheergasse, im Stiegenhaus befindet sich eine Figur des hl. Johannes von Nepomuk aus dem frühen 18. Jahrhundert.

Im Inneren des Palais gibt es zwei Treppen, links eine Wendeltreppe, beide mit Stufen aus dem harten Kaiserstein.

## Kaiserstein für Prinz Eugen von Savoyen, in seinem Repräsentationsschloss mit Blick auf Wien
1720 erfolgte der Baubeginn des Oberen Belvedere nach dem majestätischen Entwurf von Johann Lucas von Hildebrandt.

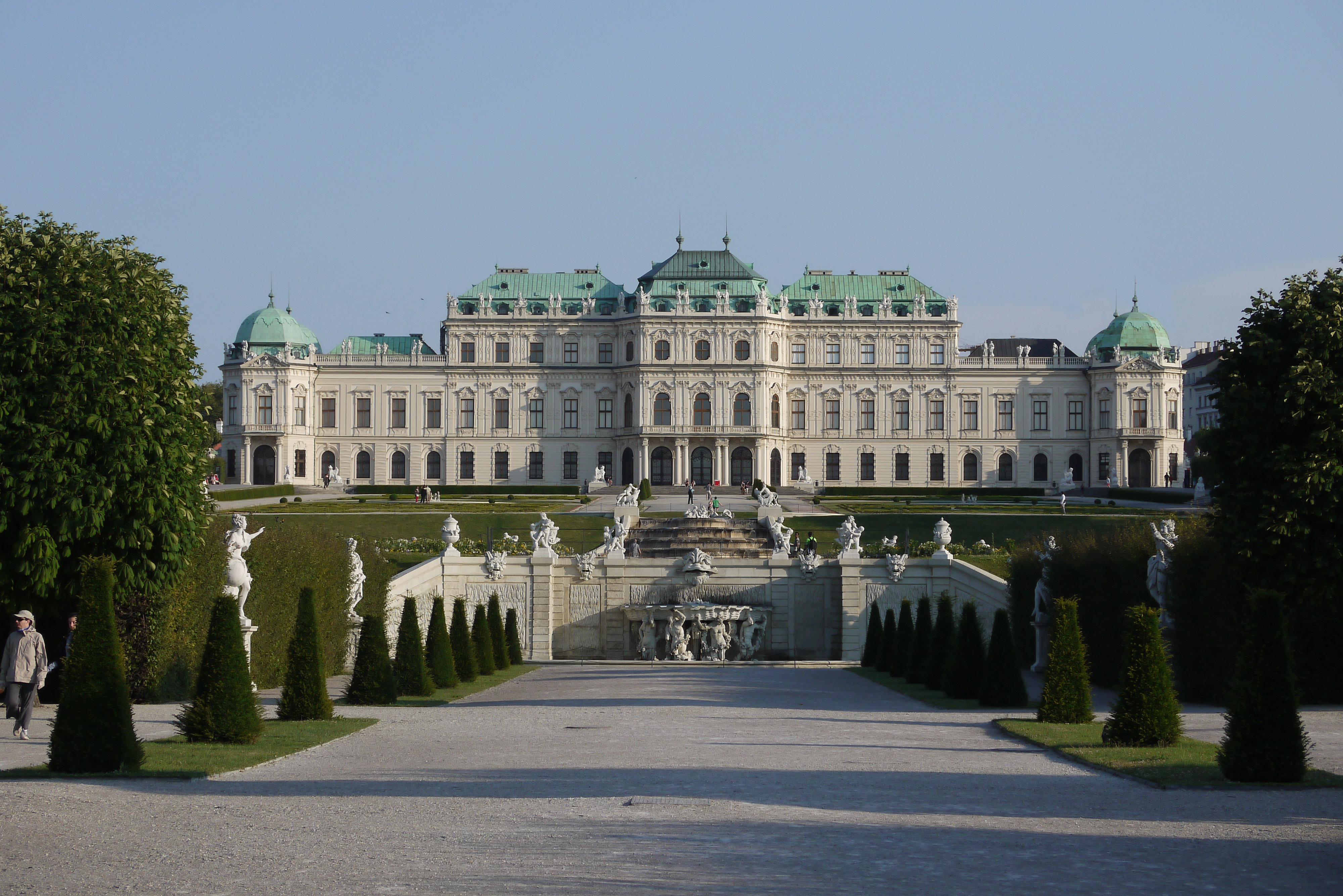
Oberes Belvedere
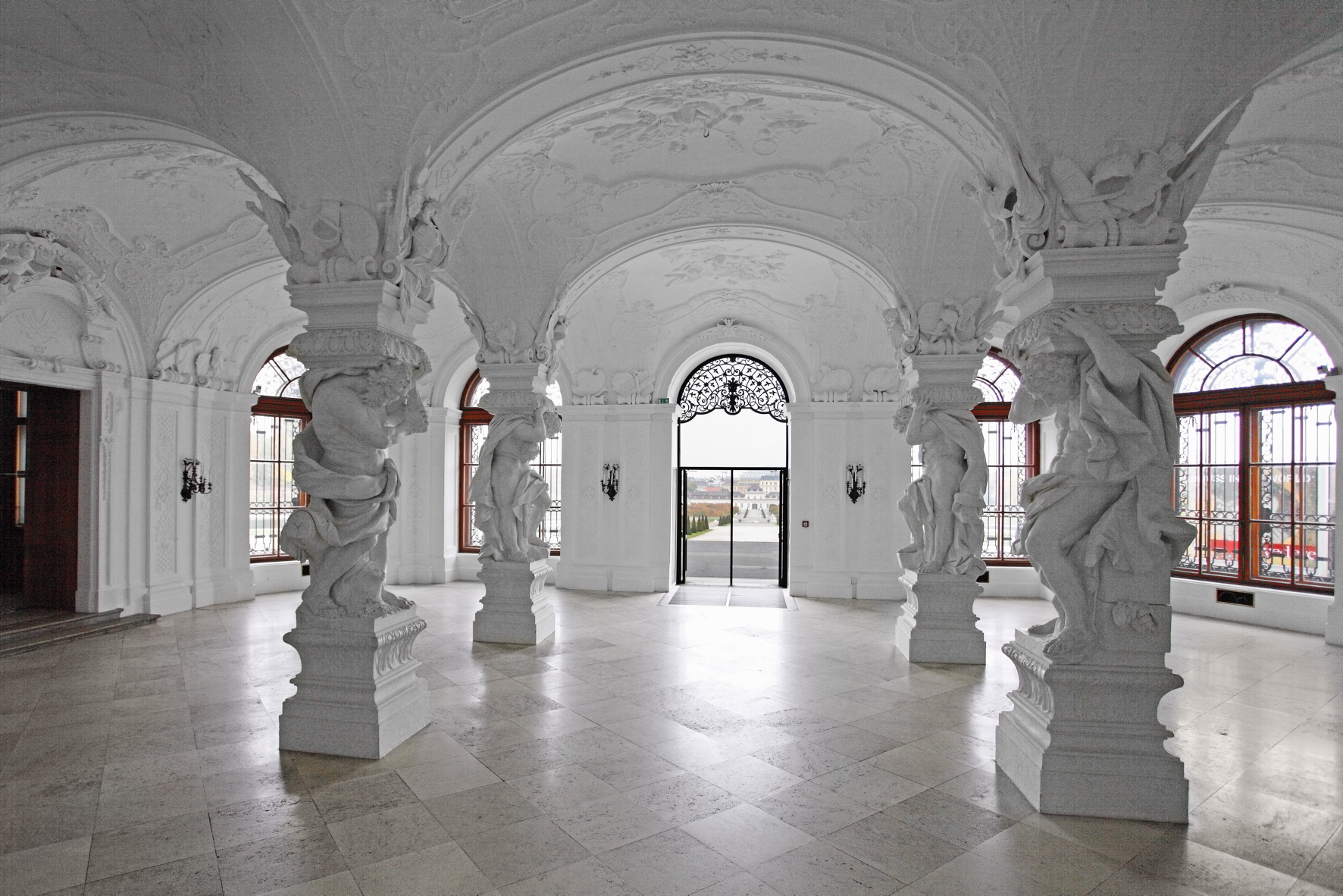
Sala terrena
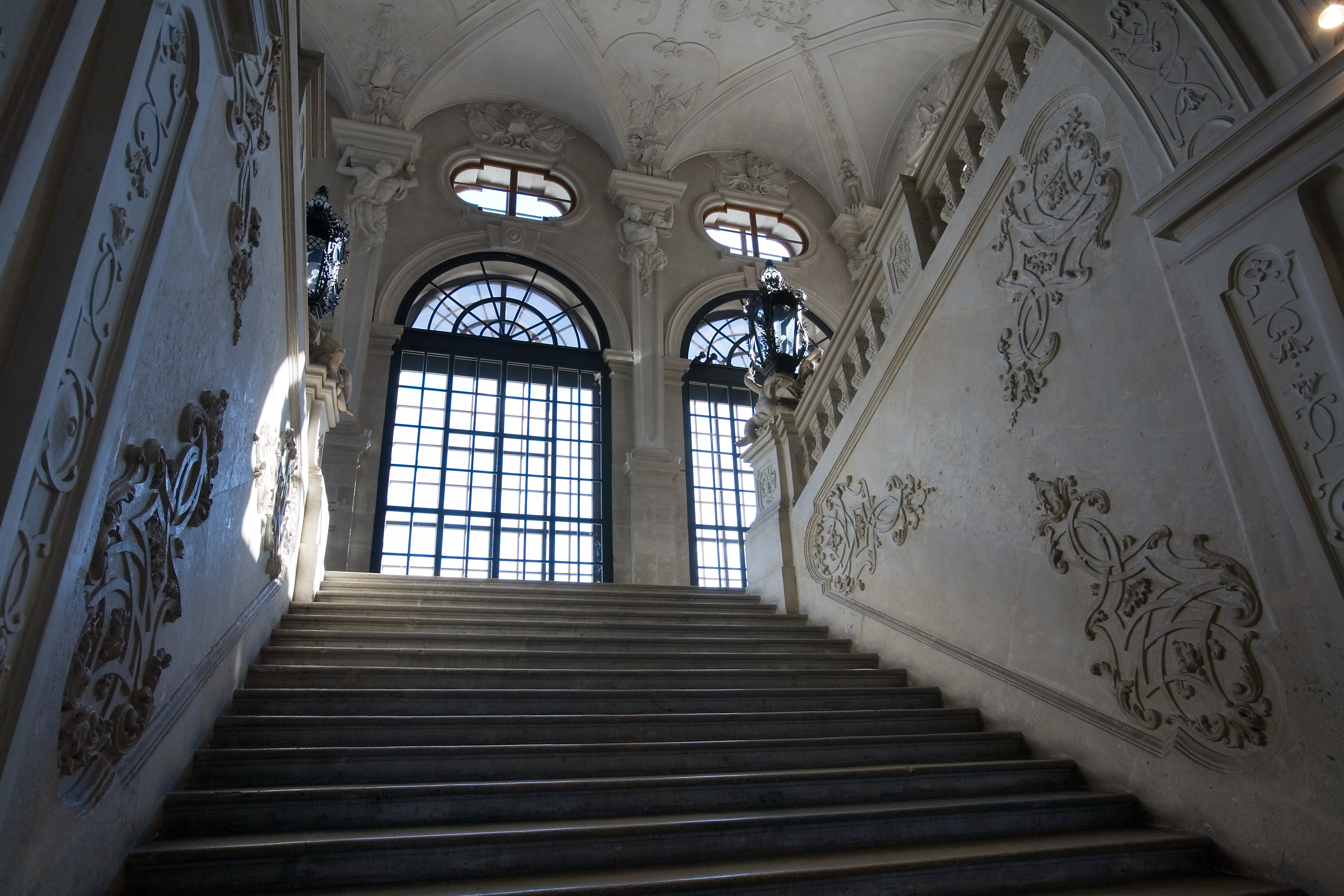
Feststiege, vor Umbau offen.
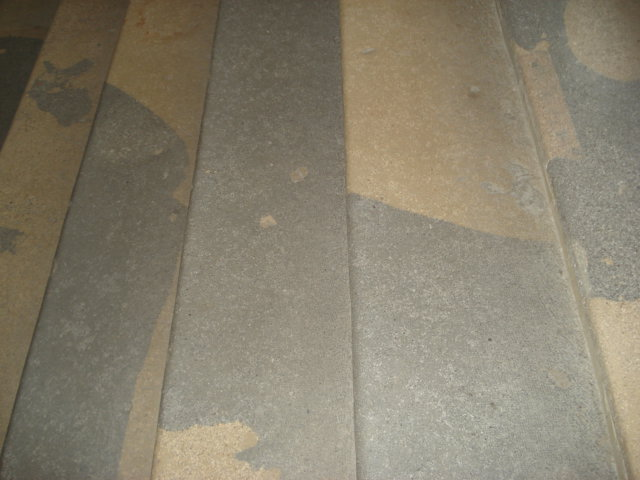
Schönheit des Kaisersteines
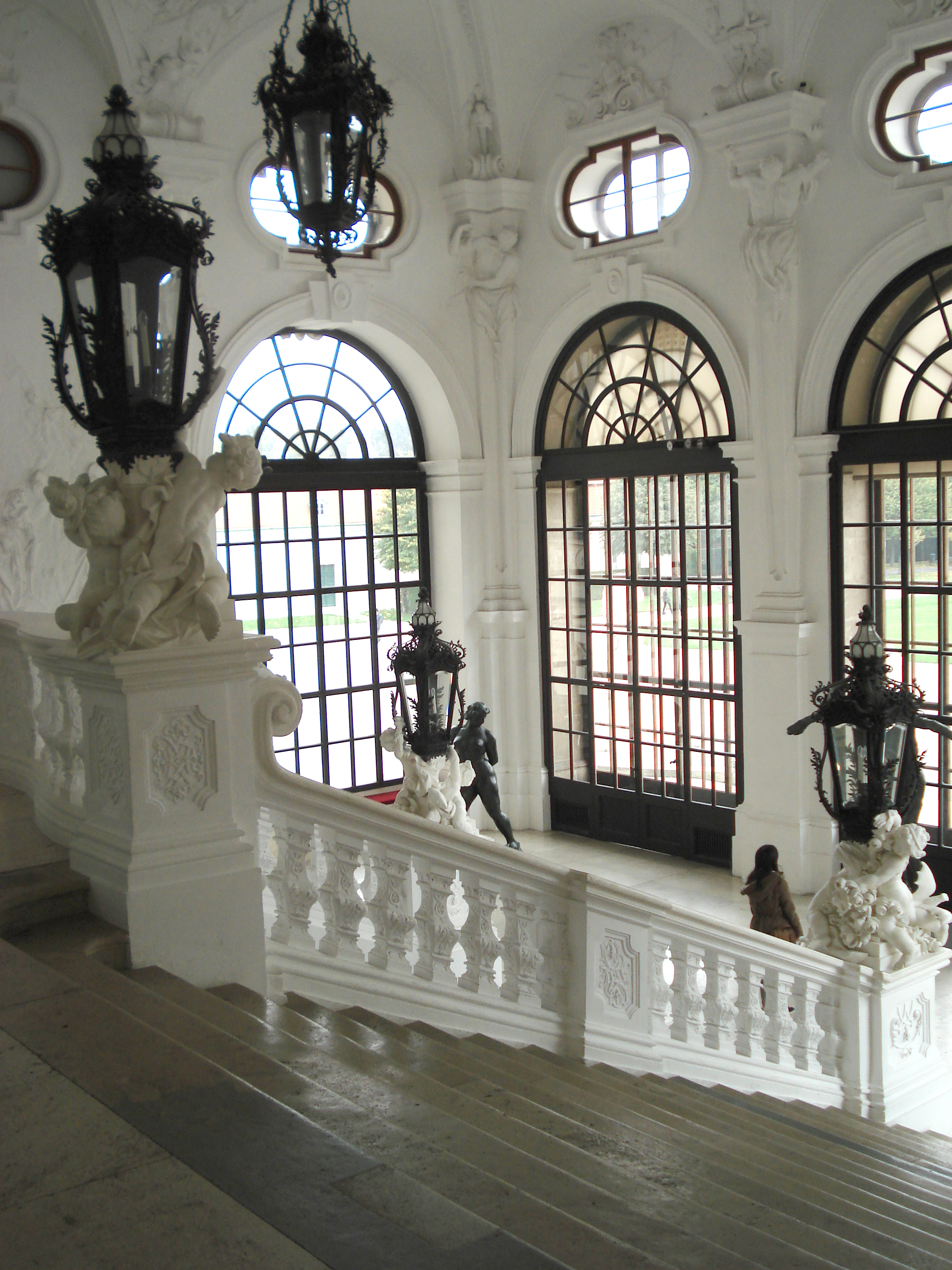
Nach Umbau Verglasung.
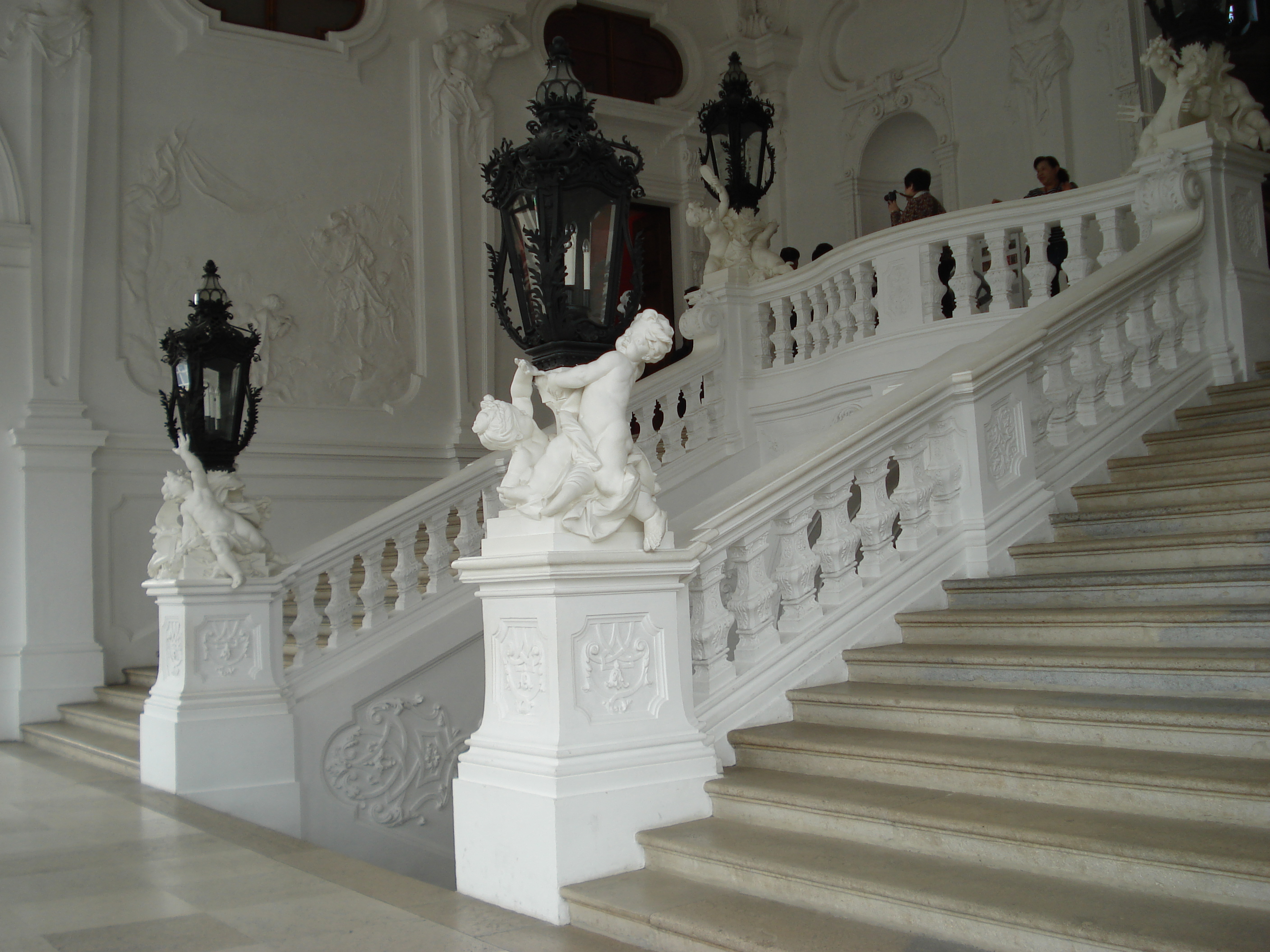
Prunktreppe
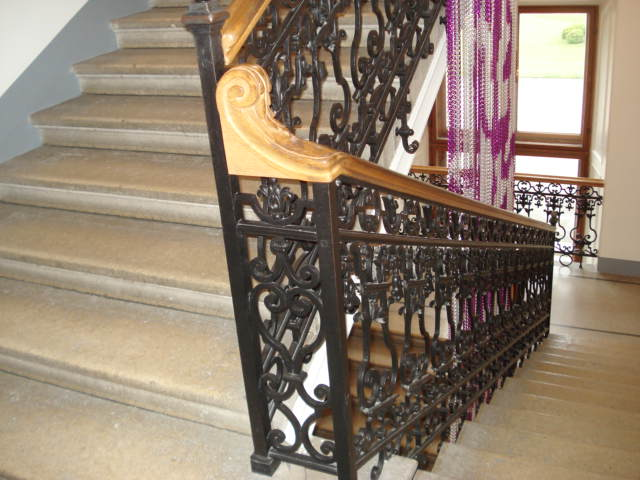
Seitliches Stiegenhaus, Kaisersteinstufen
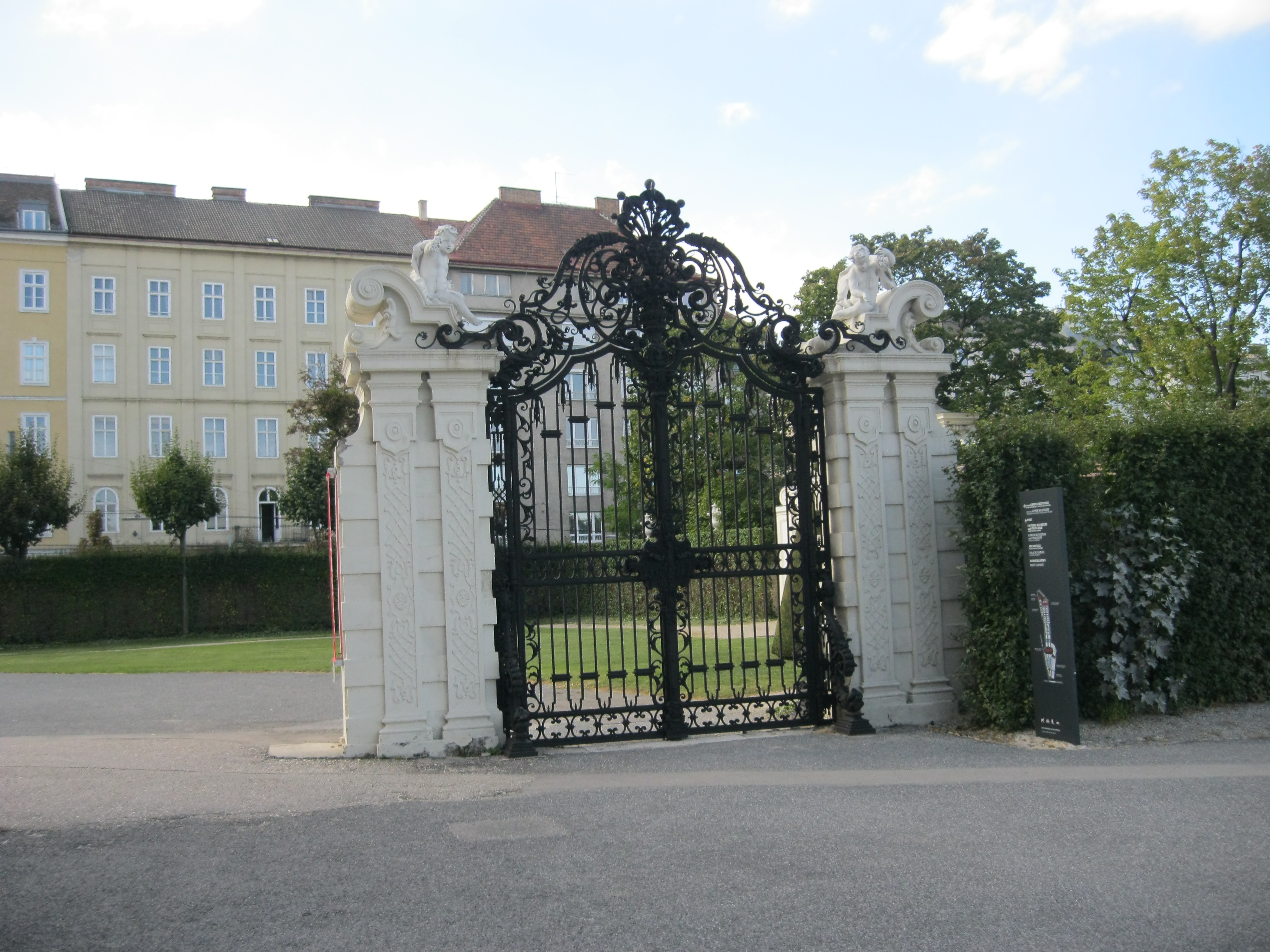
Tor zum Garten
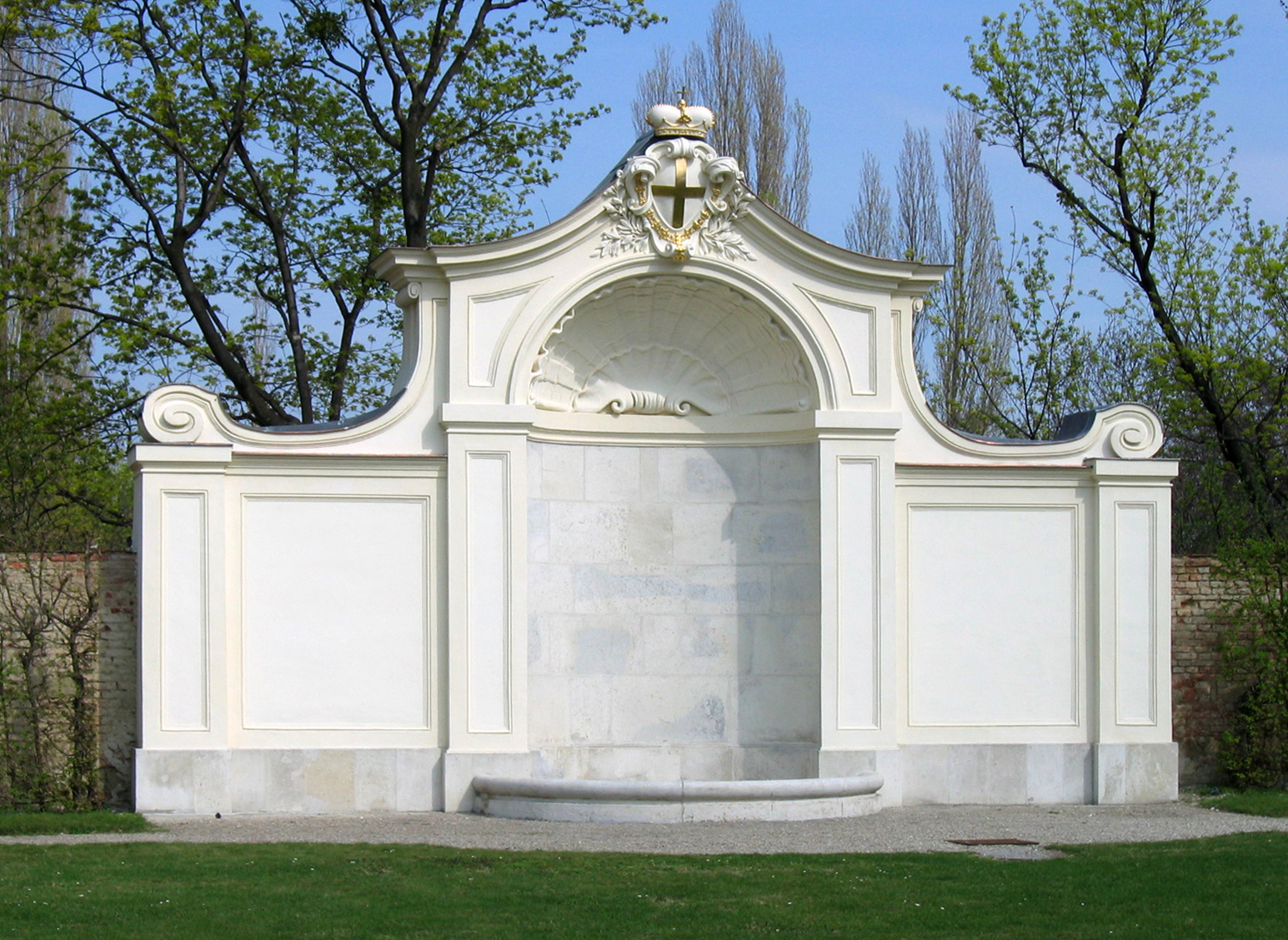
Nischenbrunnen, Kaiserstein
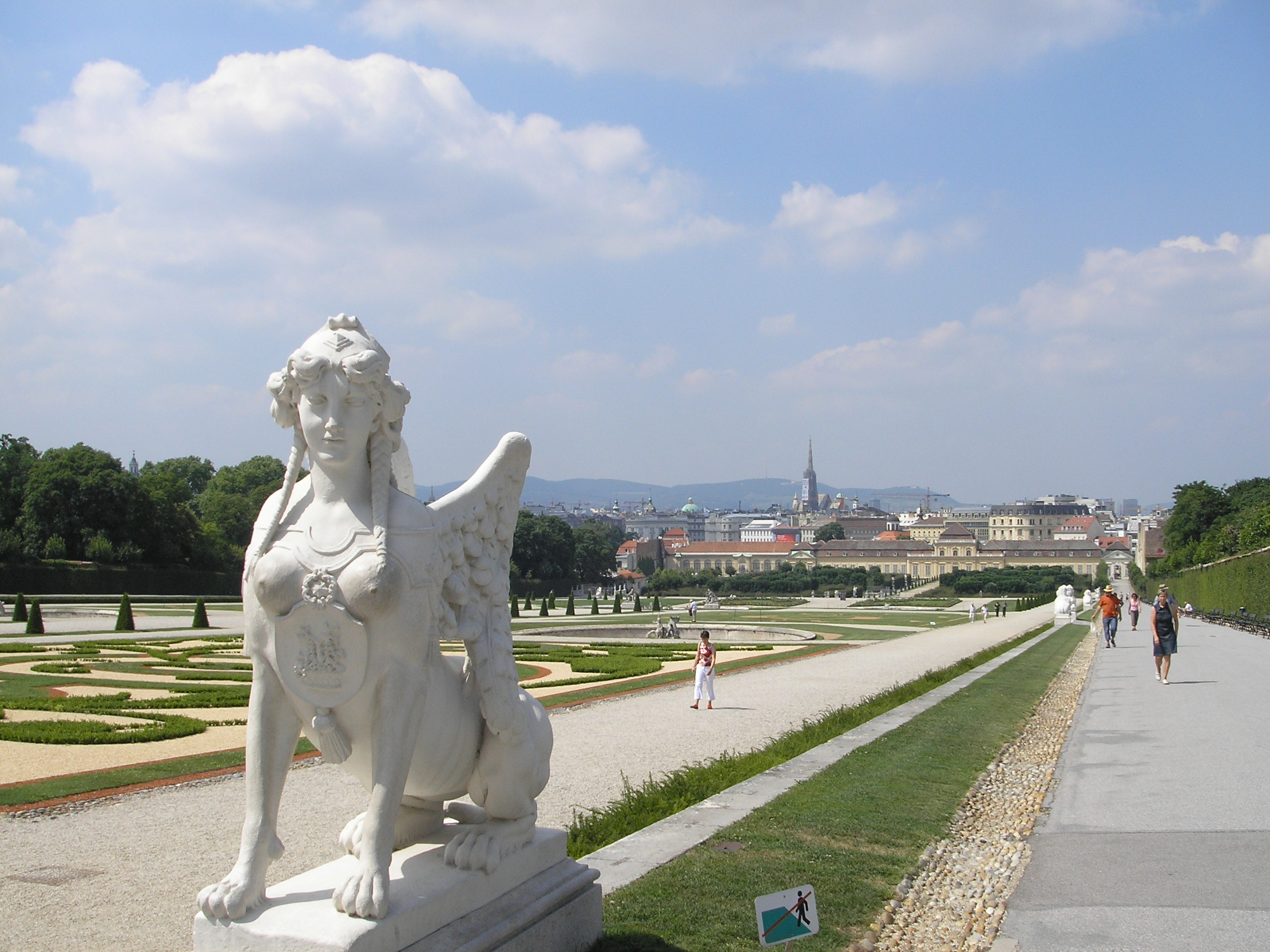
Sphinx

- Sala terrena: Atlanten aus Zogelsdorfer Stein mit Sockeln aus Kaiserstein.
- Tor zum Garten: Tor aus bestem Margarethener Stein, Figuren und Voluten Zogelsdorfer Stein.
- Sphinx: Margarethner Stein, Sockel und Deckplatten der Mauer: Kaiserstein.[132]

## Kaiserstein für die Leopoldstädter Kaserne
In Wien gab es bis 1721 keine Kaserne. Der Oberkommissär des Viertels ober dem Wienerwald Graf Wolf Ehrenreich von Auersperg brachte 1716 im Landtage den Antrag ein, … an gewissen Orthen dieses Erzherzogtums Österreich unter Enns Casarnes zu errichten …
- Der Kayserl. Fortifikations-Baumeister Donato Felice d’Allio erteilte 1721 die Instruktionen (auszugsweise): … zu den Tor und Stalltüren ist ein harter Stein zu nehmen, die Staffel zu denen Stiegen sollen von hartem Holz, da es um billigsten Preis zu bekommen, verfertigt, widrigenfalls nur von Mauersteinen erhoben und mit weichem Holz überleget werden …
- Simon Sasslaber, Steinmetzmeister im Kayserl. Steinbruch bezahlt 214 fl 48 kr
- Andreas Steinböck, Steinmetzmeister zu Eggenburg bezahlt 409 fl 13 kr

Das Gebäude wurde 1865 abgerissen.

## Kaiserstein für die Kirche „hl. Ulrich und Maria Trost“ am Hang zwischen Burg- und Neustiftgasse

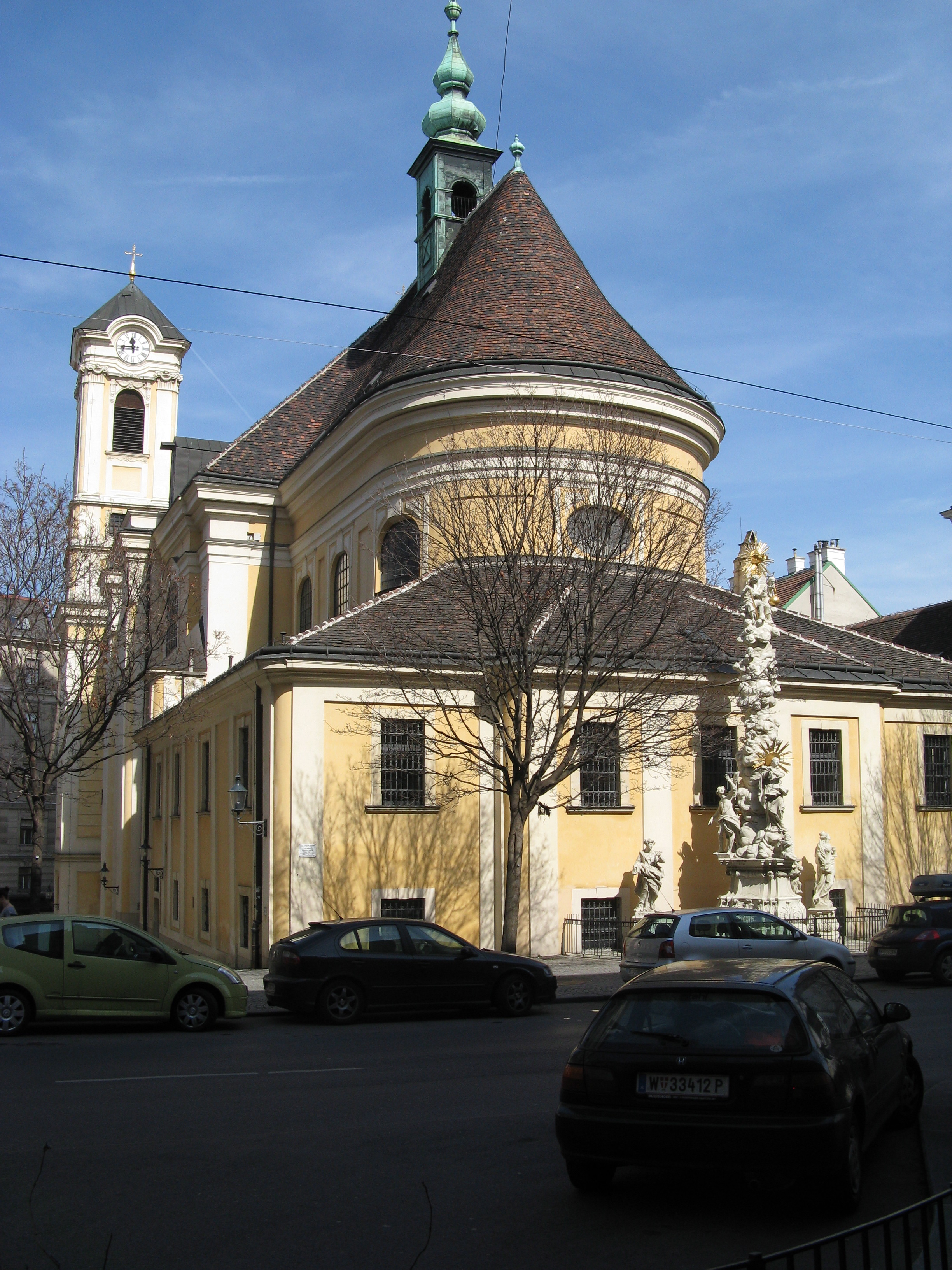
Ulrichskirche chorseitig zur Burggasse
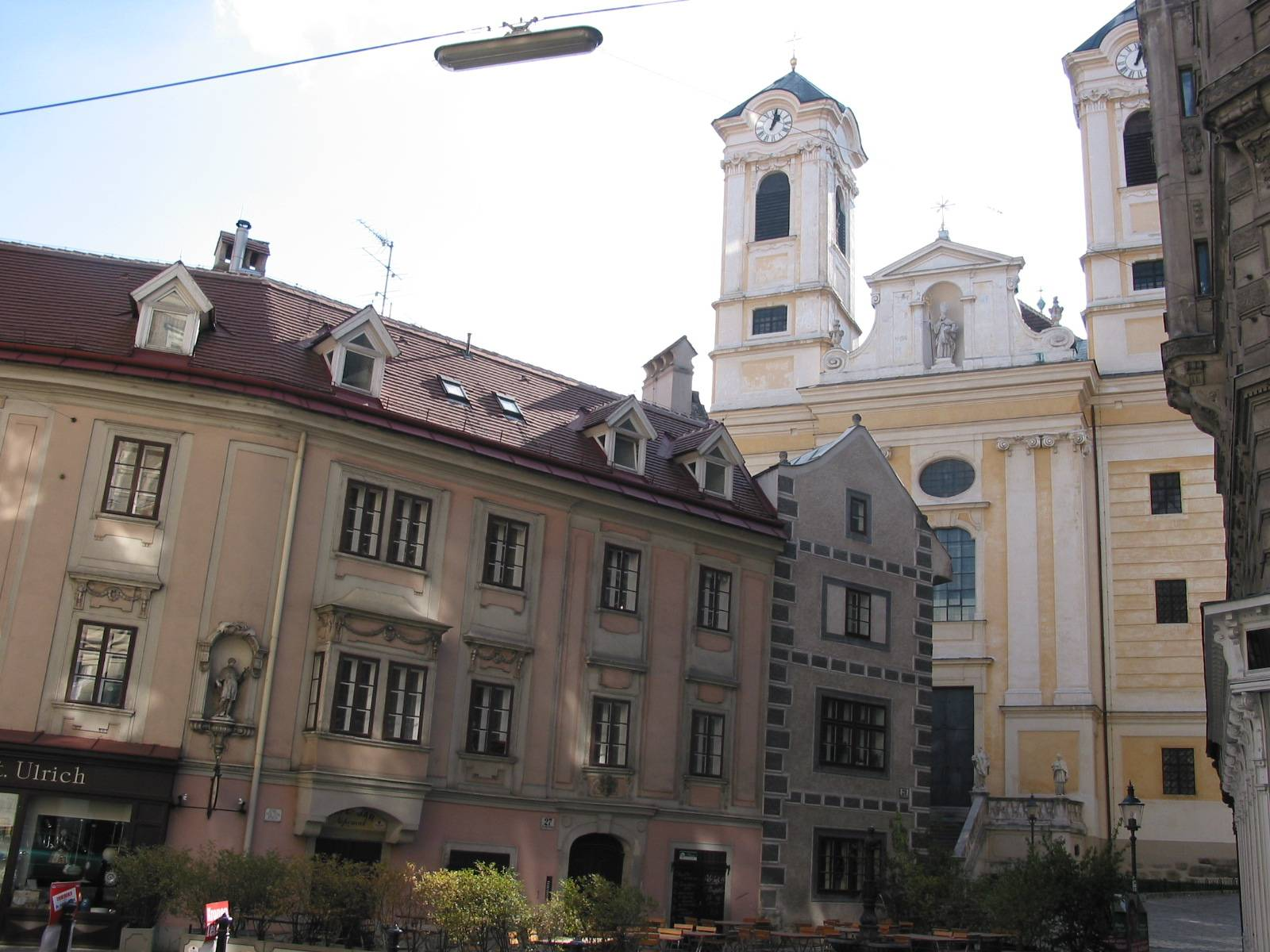
St. Ulrich
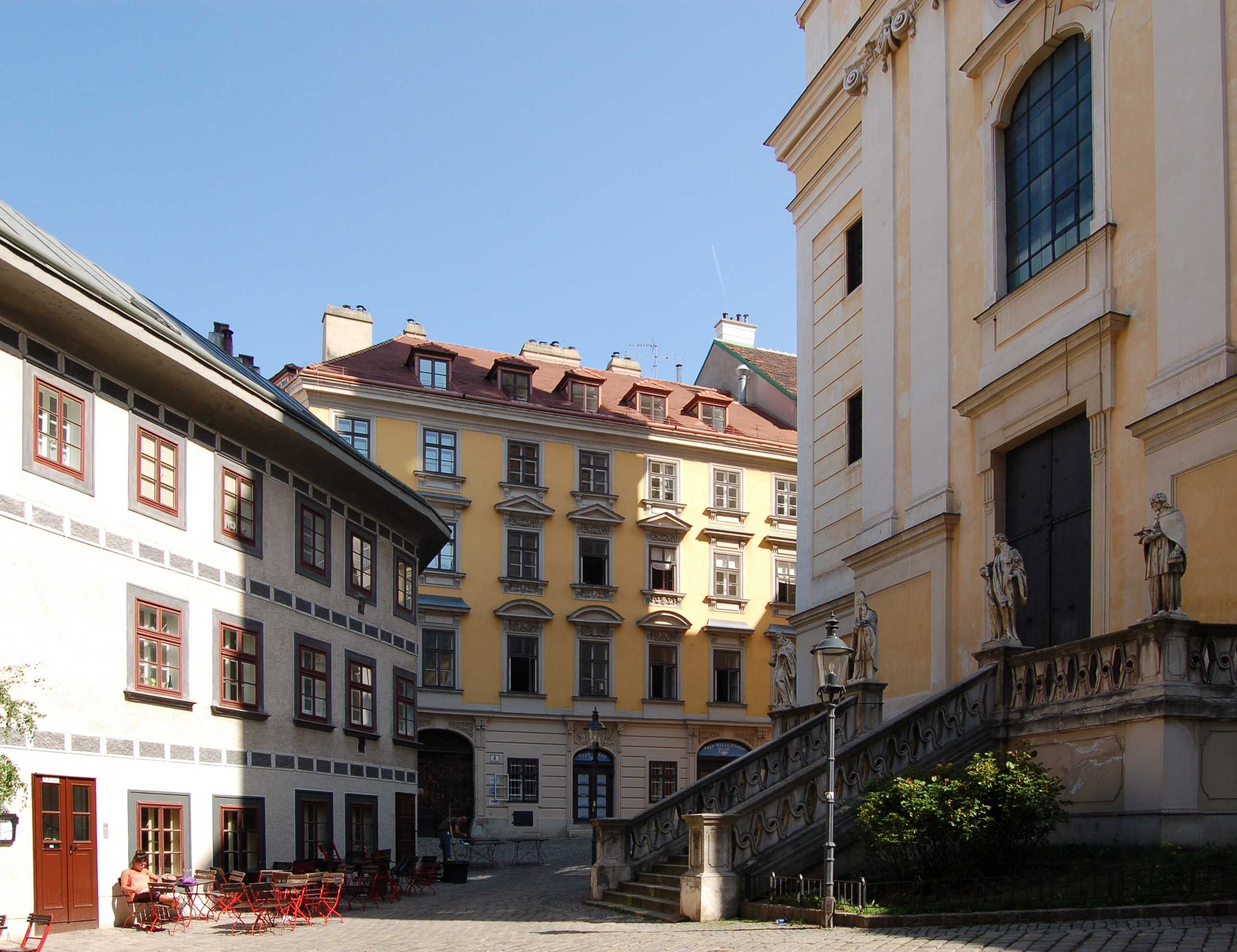
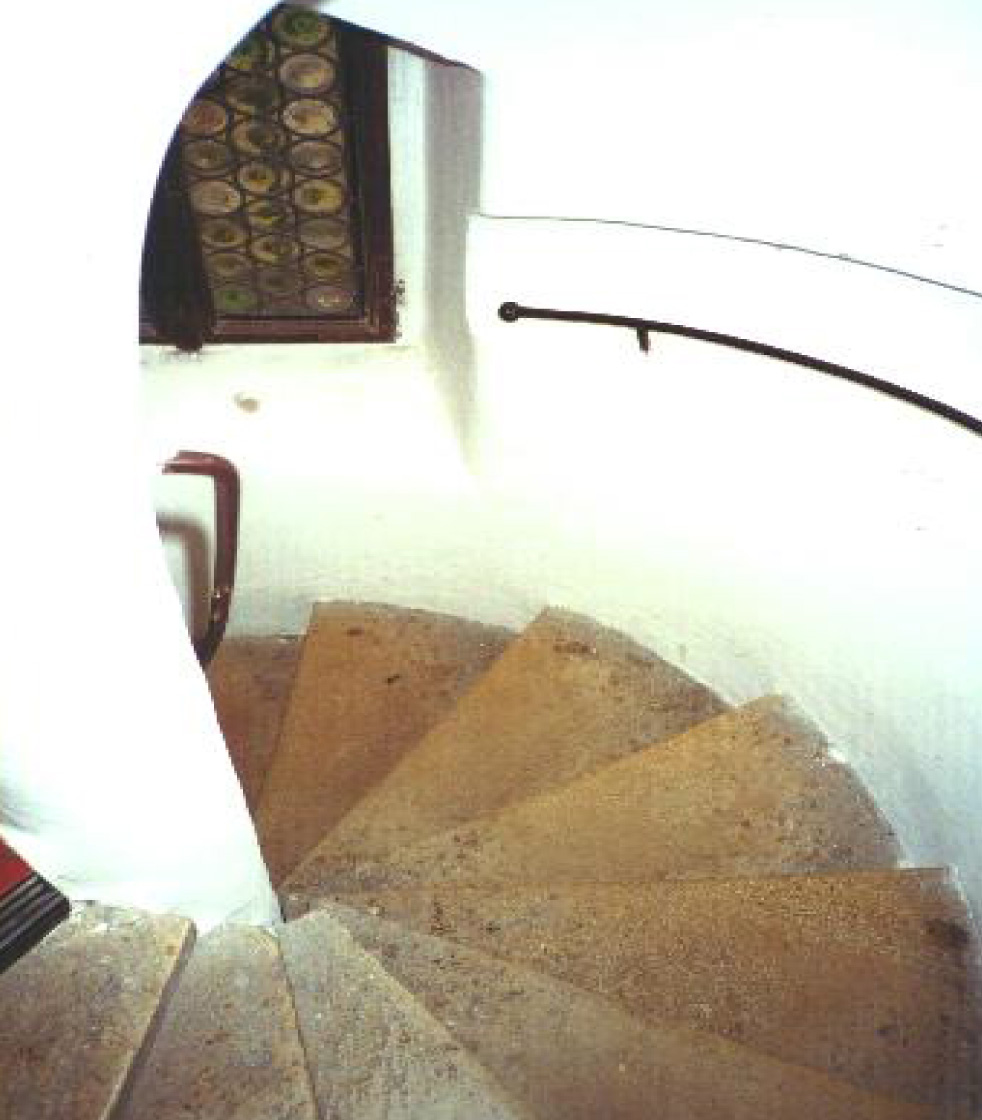
Schneckenstiege mit Kaisersteinstufen

Eine lange Vorgeschichte beginnt 1211 mit einer Kapelle, 1408 wurde die erste Kirche errichtet, die 1474 beschädigt, 1529 zerstört und 1574 abgetragen wurde. Den heutigen Kirchenbau errichtete Baumeister Josef Reymund von 1721 bis 1724, Zubauten bis 1752, Fertigstellung der Türme 1771. Zwei schöne Schneckenstiegen zur Empore.
Die freistehende barocke Saalkirche zeigt die Zweiturmfassade mit davor angestellter Freitreppe hangabwärts zur Neustiftgasse und den langen voll halbhoch umbauten Chor zur Burggasse. Die Kirche war namensgebend für die früher eigenständige Vorstadtgemeinde St. Ulrich.
Gegenüber, St.-Ulrichs-Platz 3, steht der Pfarrhof der Ulrichskirche seit 1590. Der Bürger Matthes Schwarz stiftete 1864 den Bau. Im Stiegenhaus bestehen Stufen, Ruhepodeste und Bodenplatten aus Kaiserstein.

## Kaiserstein für Hieronymus Capece Marchese Rofrano, das Palais „Rosenkavalier“, später Auersperg

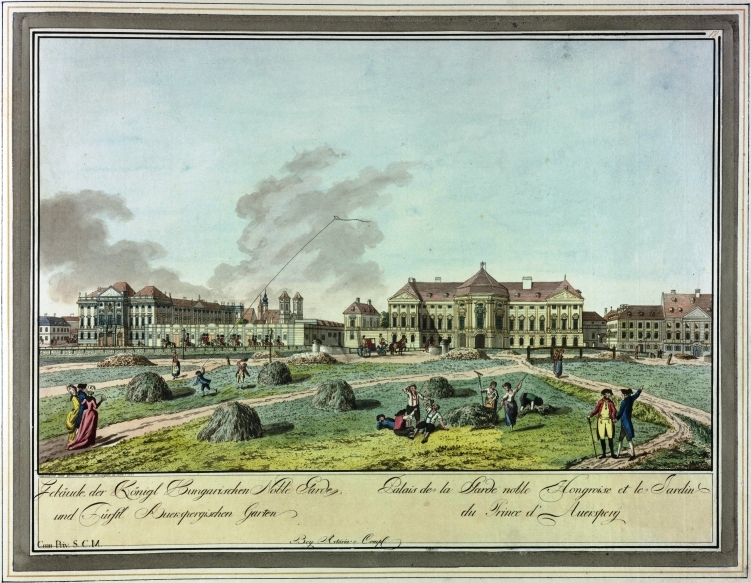
Palais Auersperg 1780
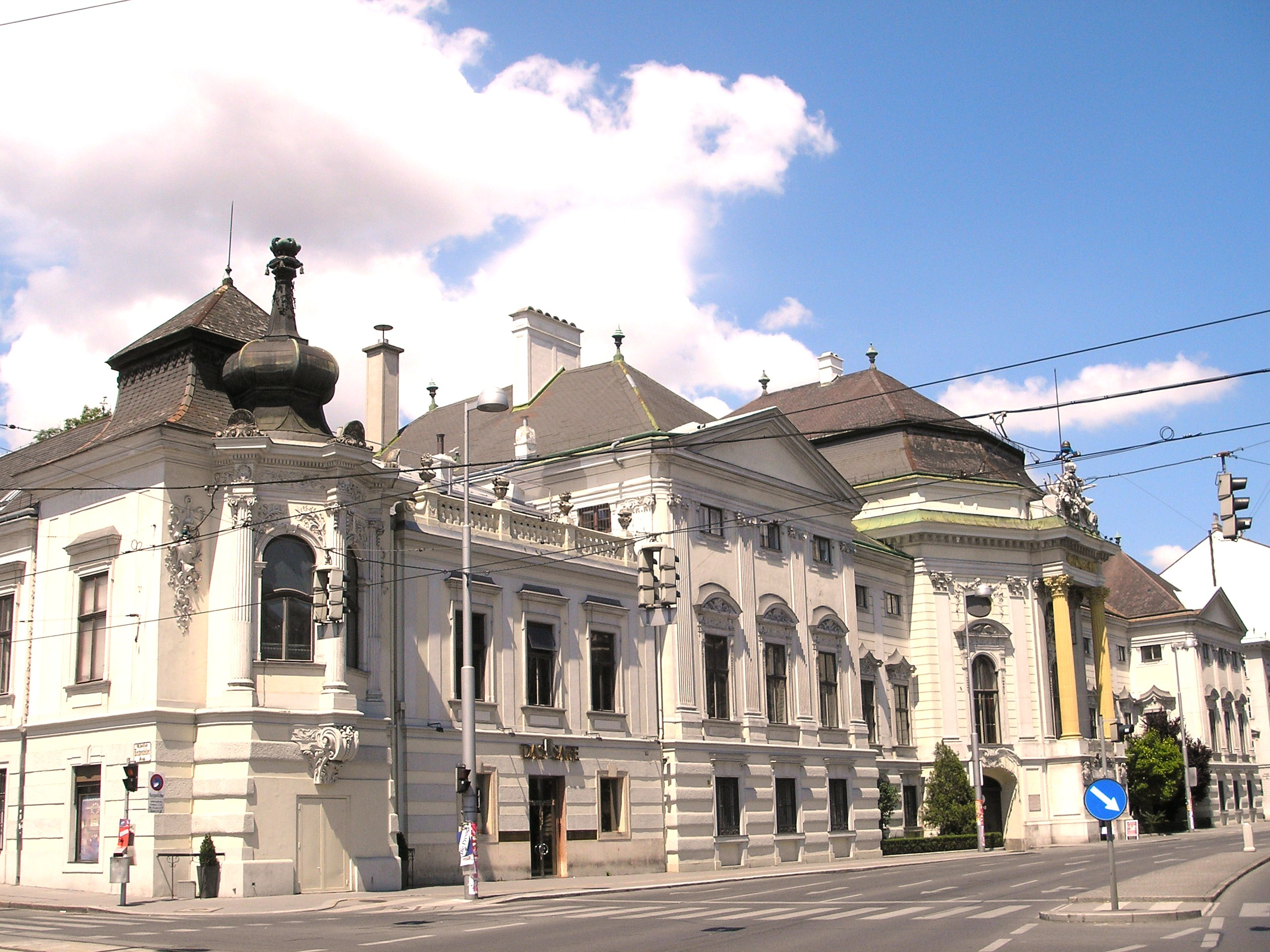
Palais Auersperg Wien
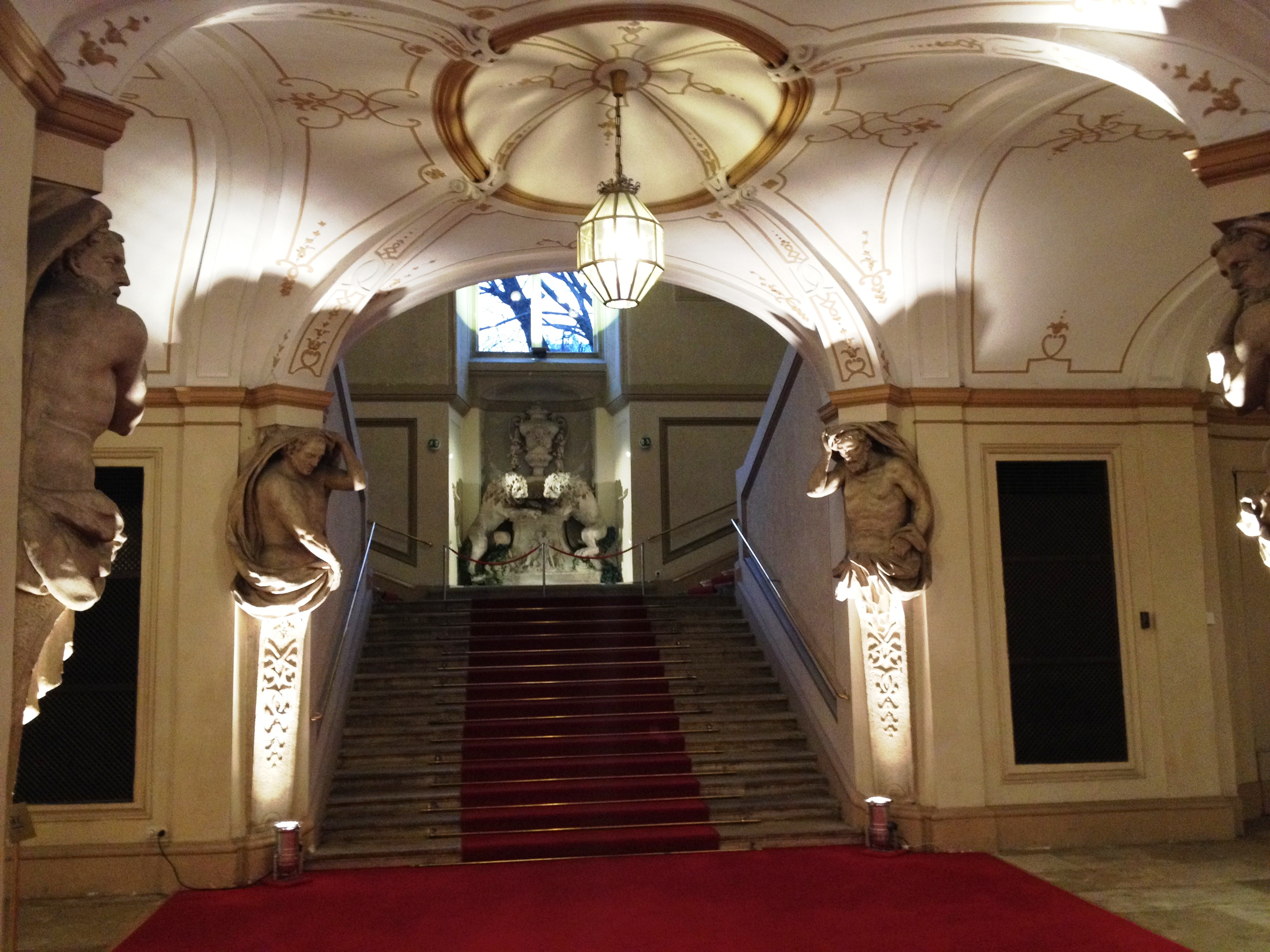
Sala Terrena zur Treppe
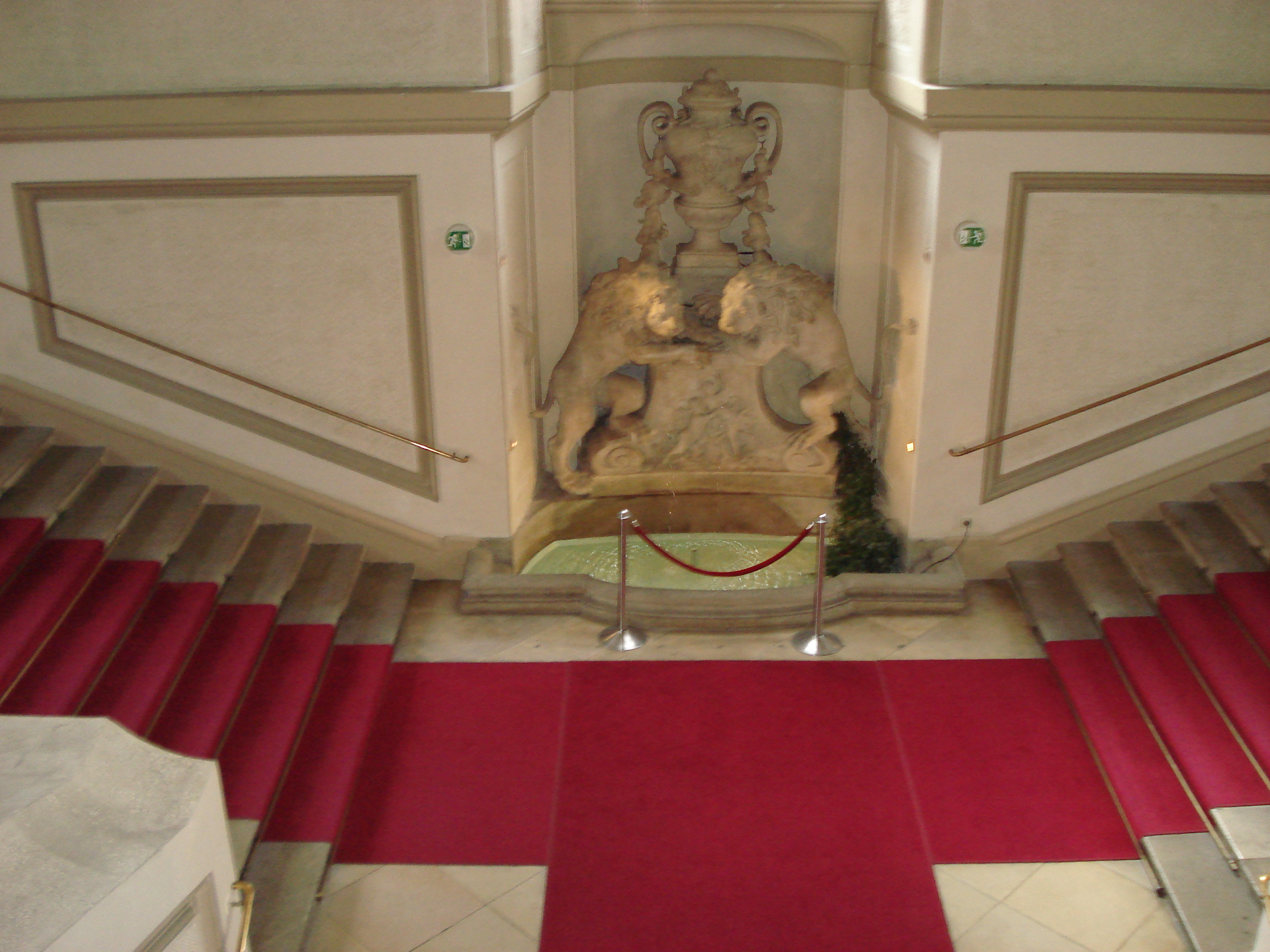
Mittelteil-Treppe
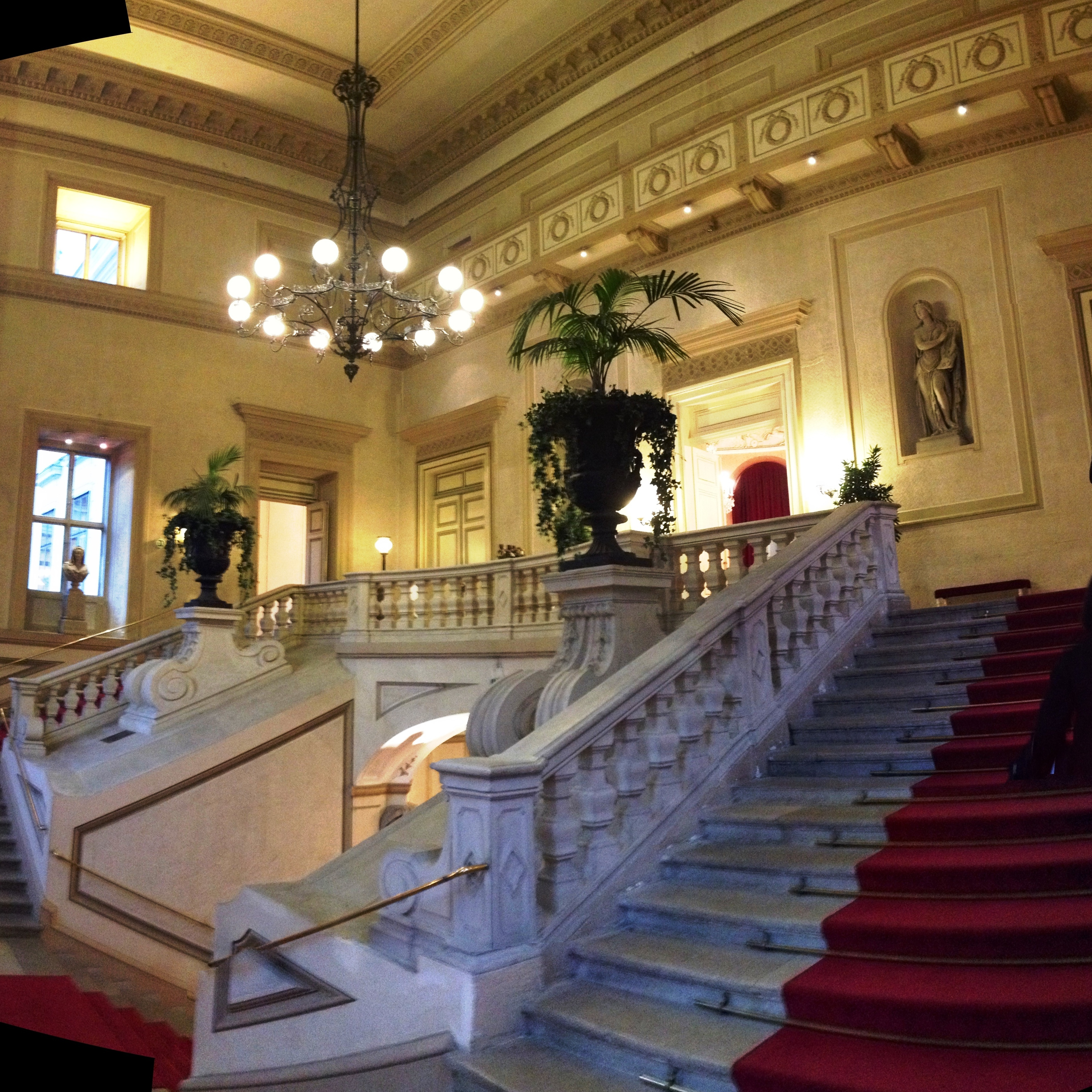
Gesamt-Treppenanlage

Die Architekten Johann Bernhard Fischer von Erlach und Johann Lucas von Hildebrandt planten für Hieronymus Capece Marchese de Rofrano († 1724).
Der Mittelteil wurde 1720–1723 wesentlich verändert. Es erfolgten Aufträge an den Hofsteinmetzmeister Elias Hügel aus Kaisersteinbruch, harter Kaiserstein wurde für die Stufen der Prunkstiege und die Säulen verwendet.
1777 erwarb Johann Adam Fürst Auersperg das Palais Rofrano. Er war ein Vertrauter Franz Stephans von Lothringen und Maria Theresias. Ab 1786 fanden im, als Palais Auersperg bezeichneten Barockpalais, musikalische Veranstaltungen von großer gesellschaftlicher Bedeutung statt.

## Kaiserstein für Hofkammerrat Graf Maximilian Cavriani in seinem Palais

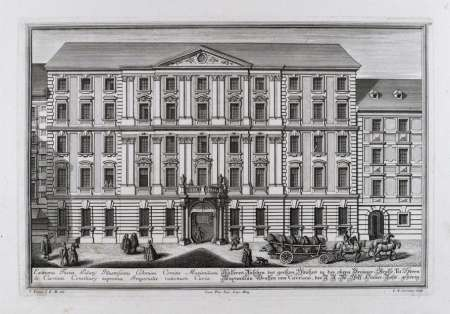
Palais Cavriani um 1730
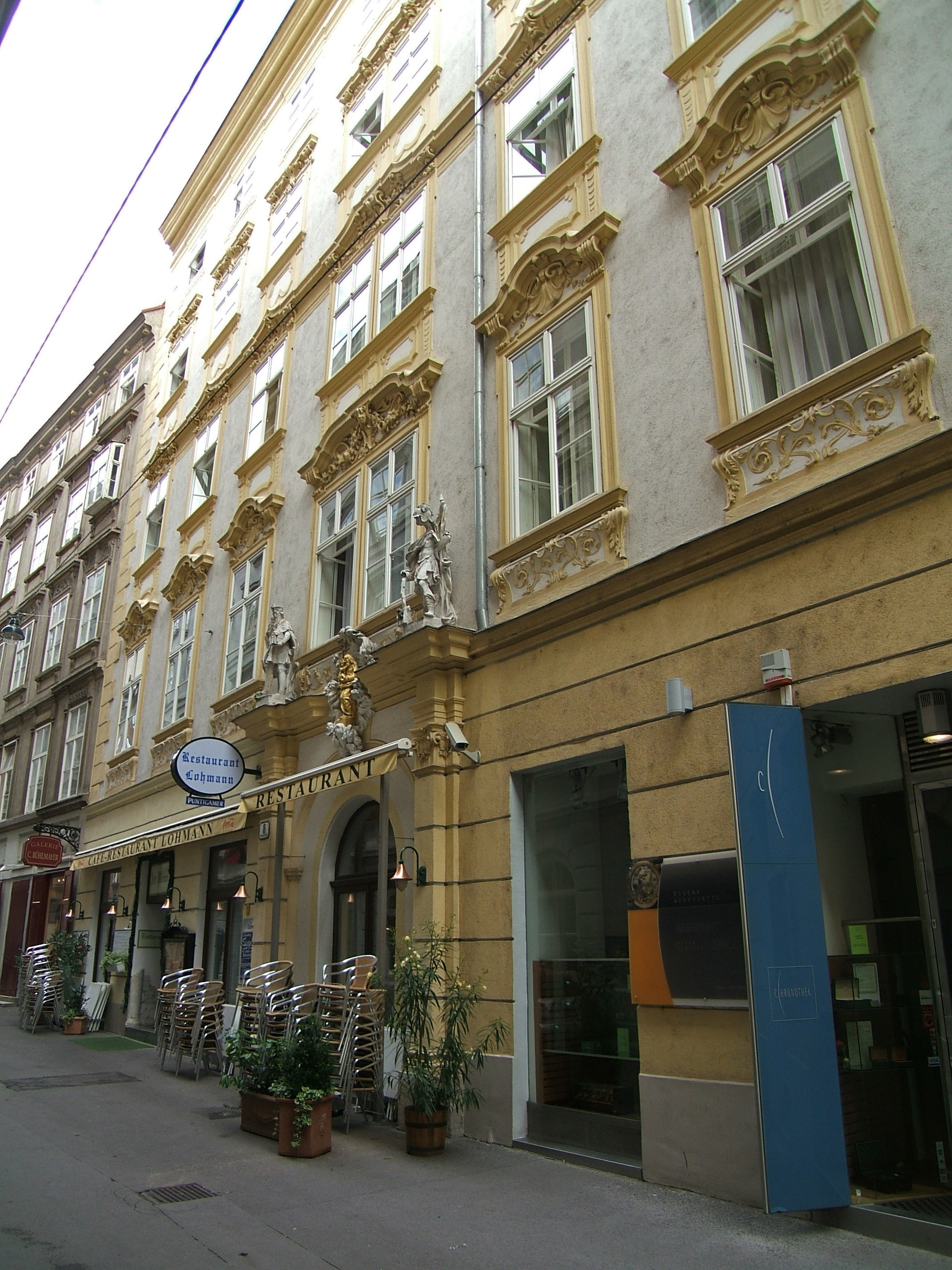
Fassade Bräunerstraße
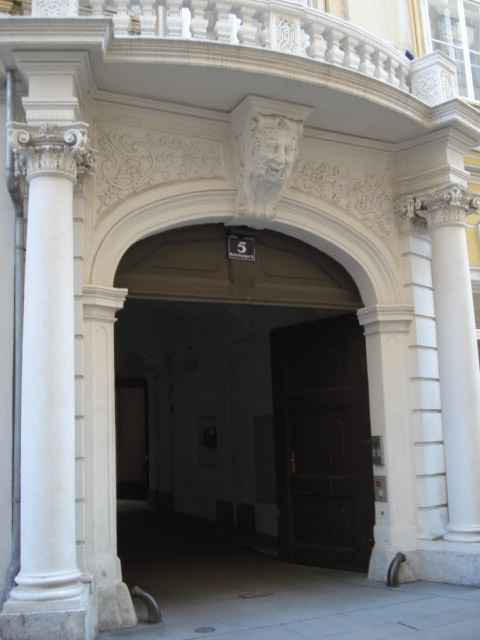
Portal Habsburgerg. 5
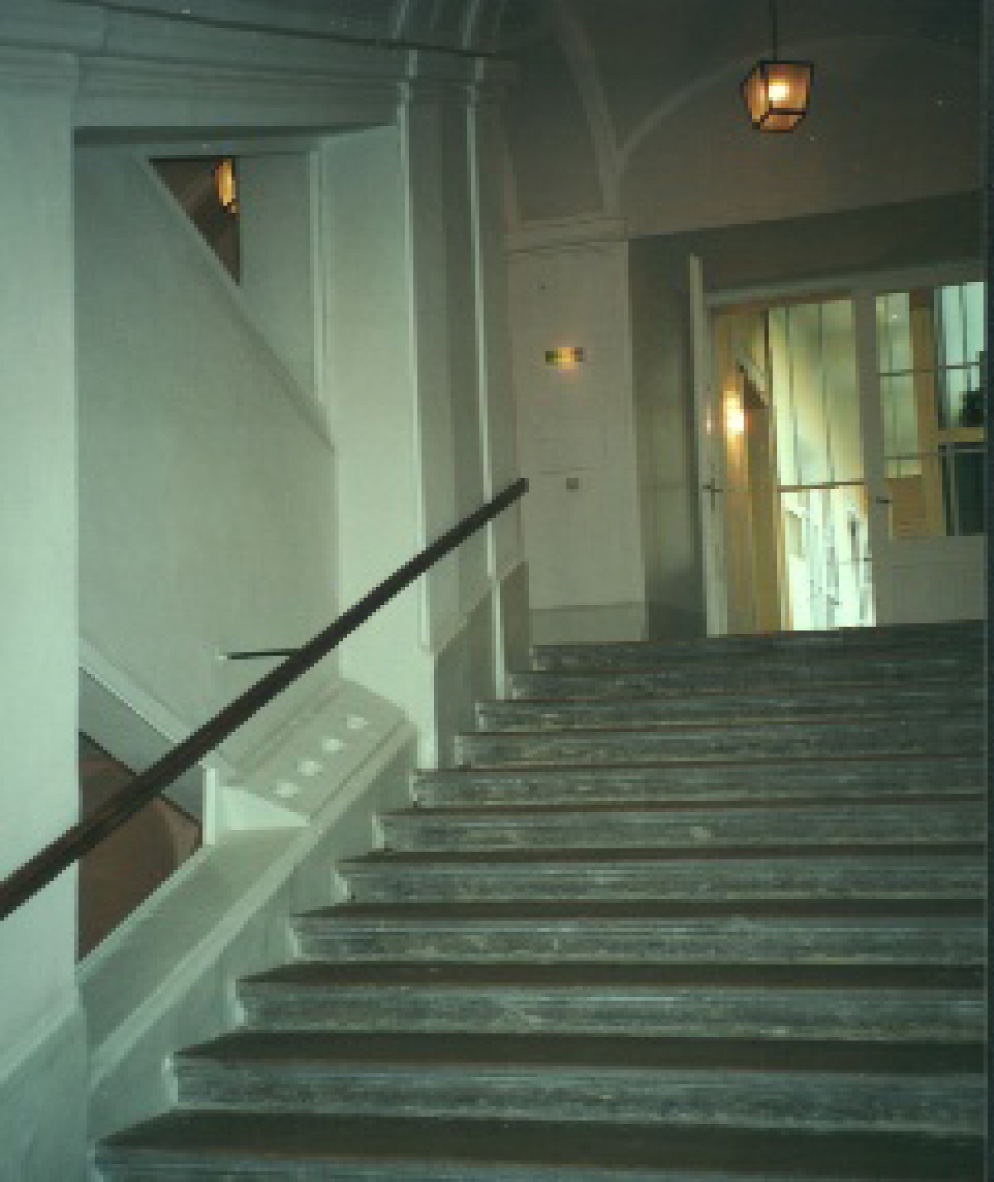
Stiege
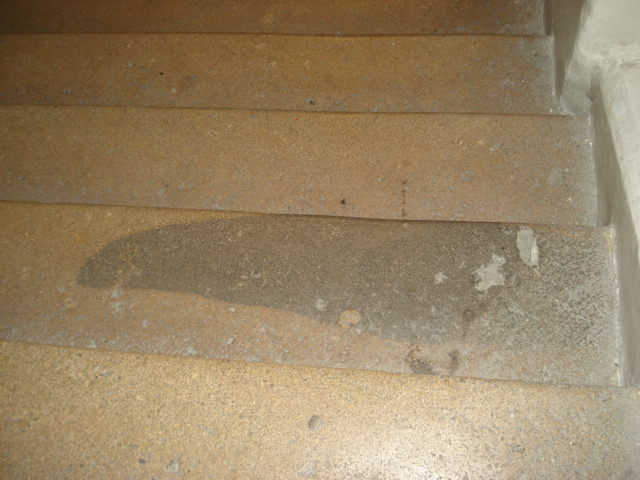
Kaisersteinstufen
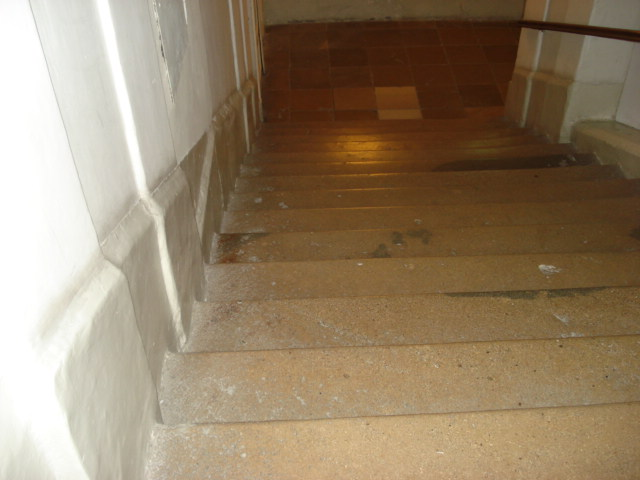

Um 1605 kaufte Octavius Cavriani ein bereits seit dem Mittelalter bestehendes Haus. Graf Maximilian Cavriani ließ das Haus abreißen und bis 1723 das heutige Palais errichten. Ein genaues Datum sowie der Architekt sind nicht bekannt.
Das Palais Cavriani umfasst die gesamte Tiefe der Häuserzeile und reicht von der Habsburgergasse bis zur Bräunerstraße und hat somit zwei Fassaden. Anders als bei vielen anderen Palais sind beide Fassaden qualitätsvoll im hochbarocken Stil ausgeführt. In der Einfahrt Habsburgergasse rechts zur großen Stiege mit Stufen aus Kaiserstein mit blauen Einschlüssen.

## Kaiserstein für Elias Hügel, seine Dreifaltigkeitssäule in Sommerein
Steinmetzmeister Elias Hügel errichtete 1723 auf dem Kirchenplatz in Sommerein diese Dreifaltigkeitssäule (Listeneintrag). Im Sockelbereich befindet sich sein Meisterzeichen.

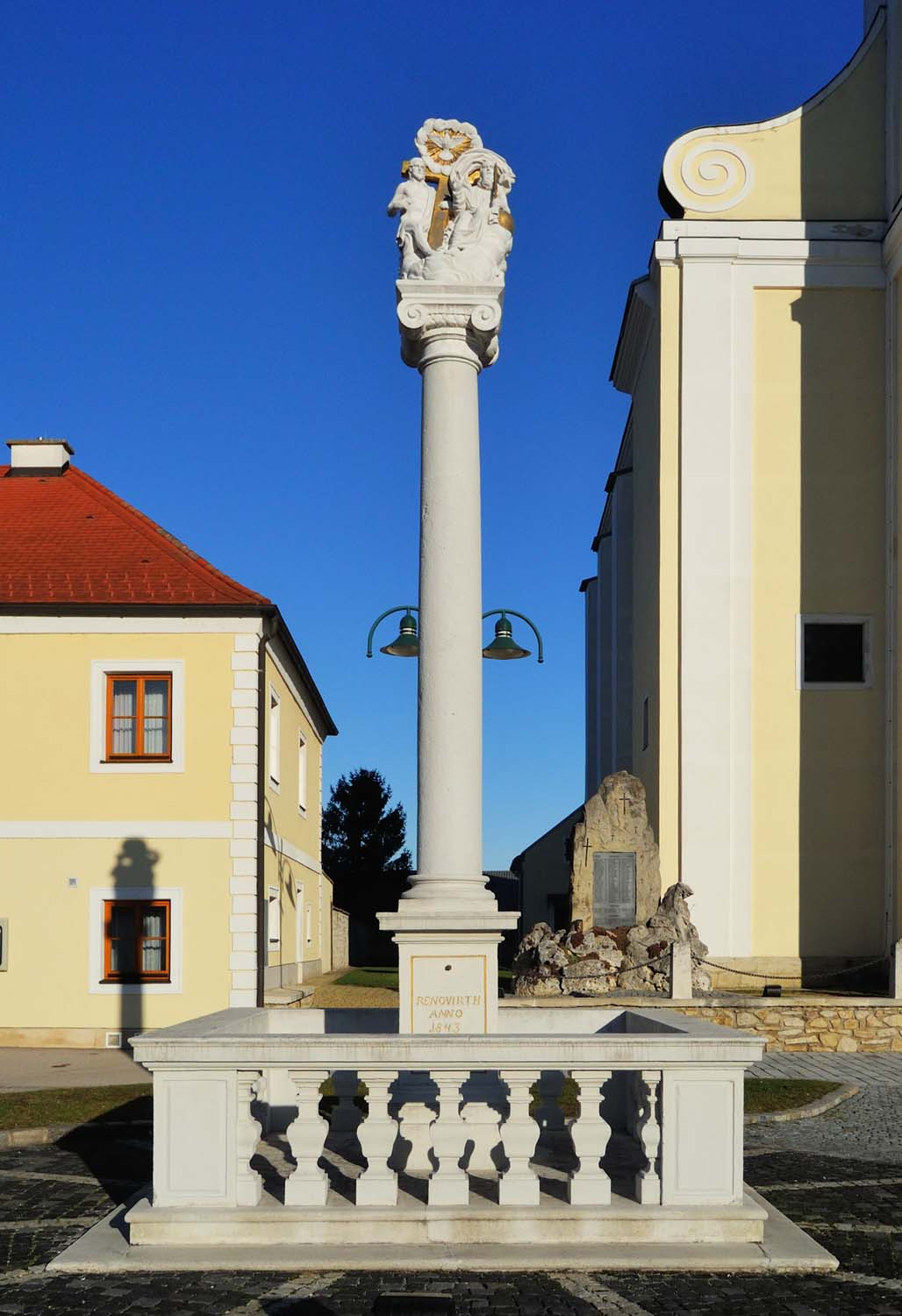
Dreifaltigkeitssäule Sommerein
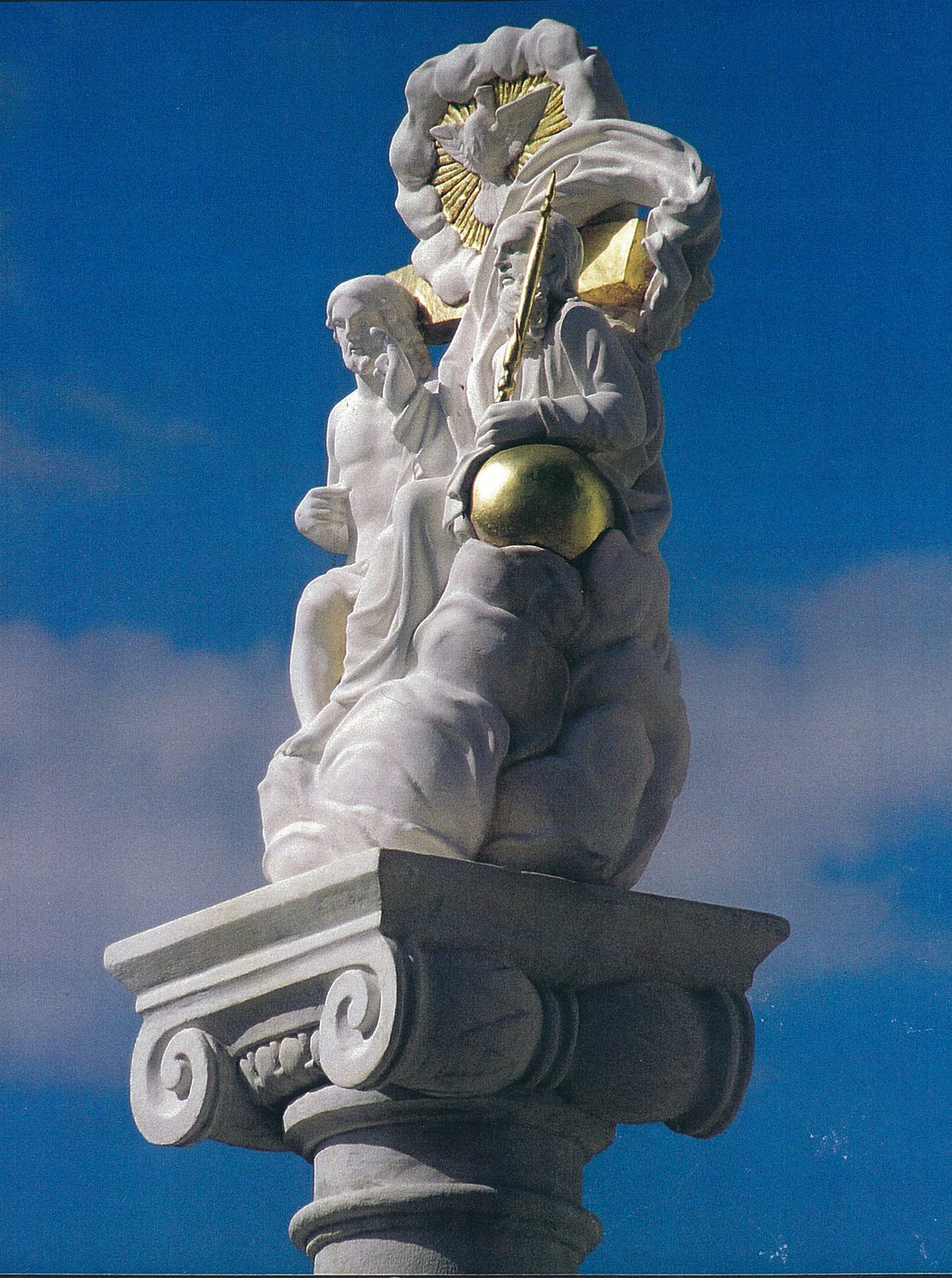
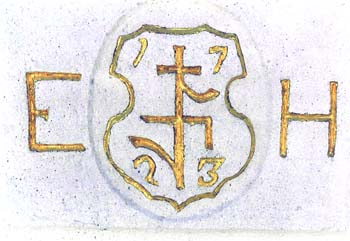
Meisterzeichen in Sommerein

## Kaiserstein für das Palais Erdődy-Fürstenberg
1714 kam das Palais in den Besitz des Grafen Georg Erdődy. Bis 1724 wurde das Palais von einem unbekannten Baumeister aufgestockt und mit einer hochbarocken Fassade versehen. Der Baumeister hat höchstwahrscheinlich auch das Palais Neupauer-Breuner gestaltet, wie Ähnlichkeiten der Fassadengestaltung vermuten lassen. Im Vestibül rechts eine schöne Treppe mit Kaisersteinstufen.
- 1773 kam das Palais in den Besitz der Landgrafen von Fürstenberg und blieb es bis 1987.[134]

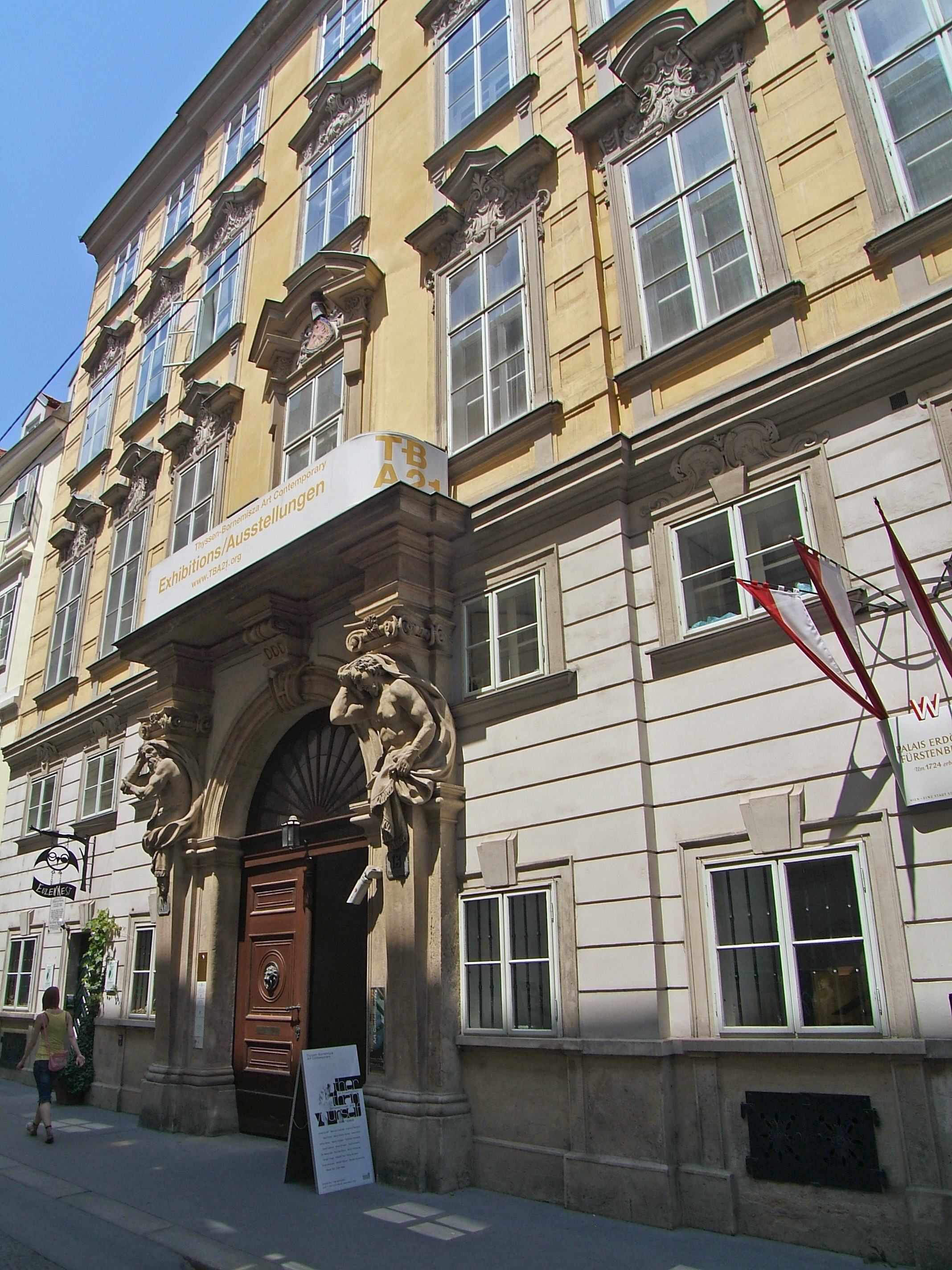
Pal. Erdődy-Fürstenberg
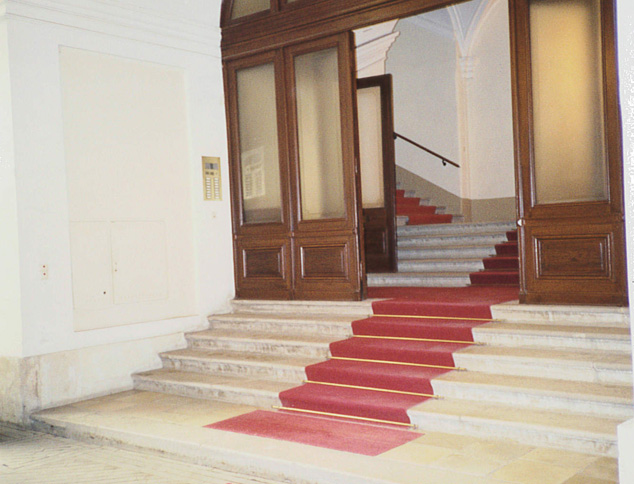
Antrittstufen Kaiserstein
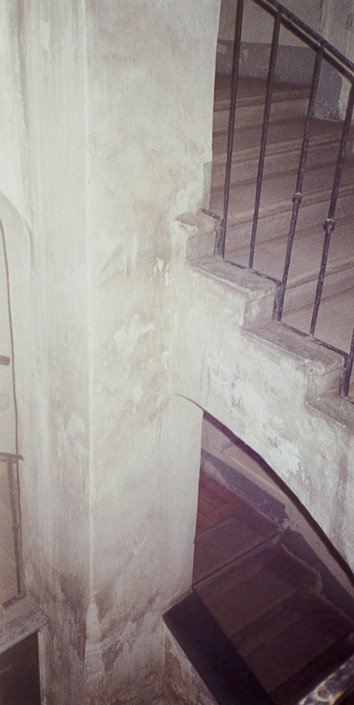
Stiegenhaus, Stufen Kaiserstein
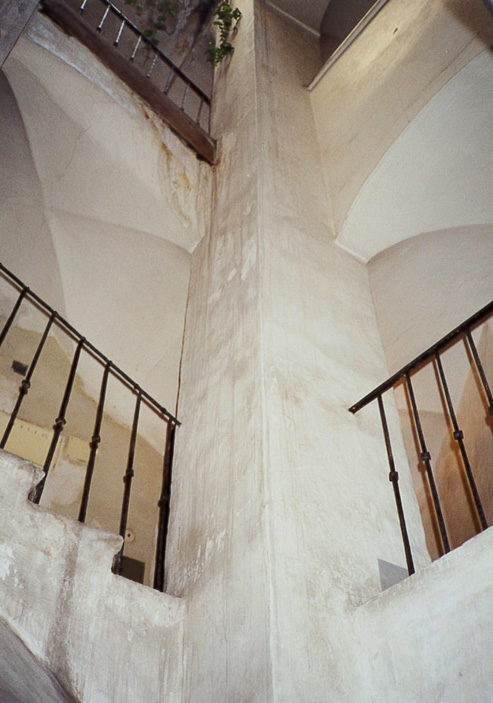
Aus dem Vorgängerbau um 1625

## Kaiserstein für Abt Gerhard Weixelberger vom Stift Heiligenkreuz, die Windener Kirche

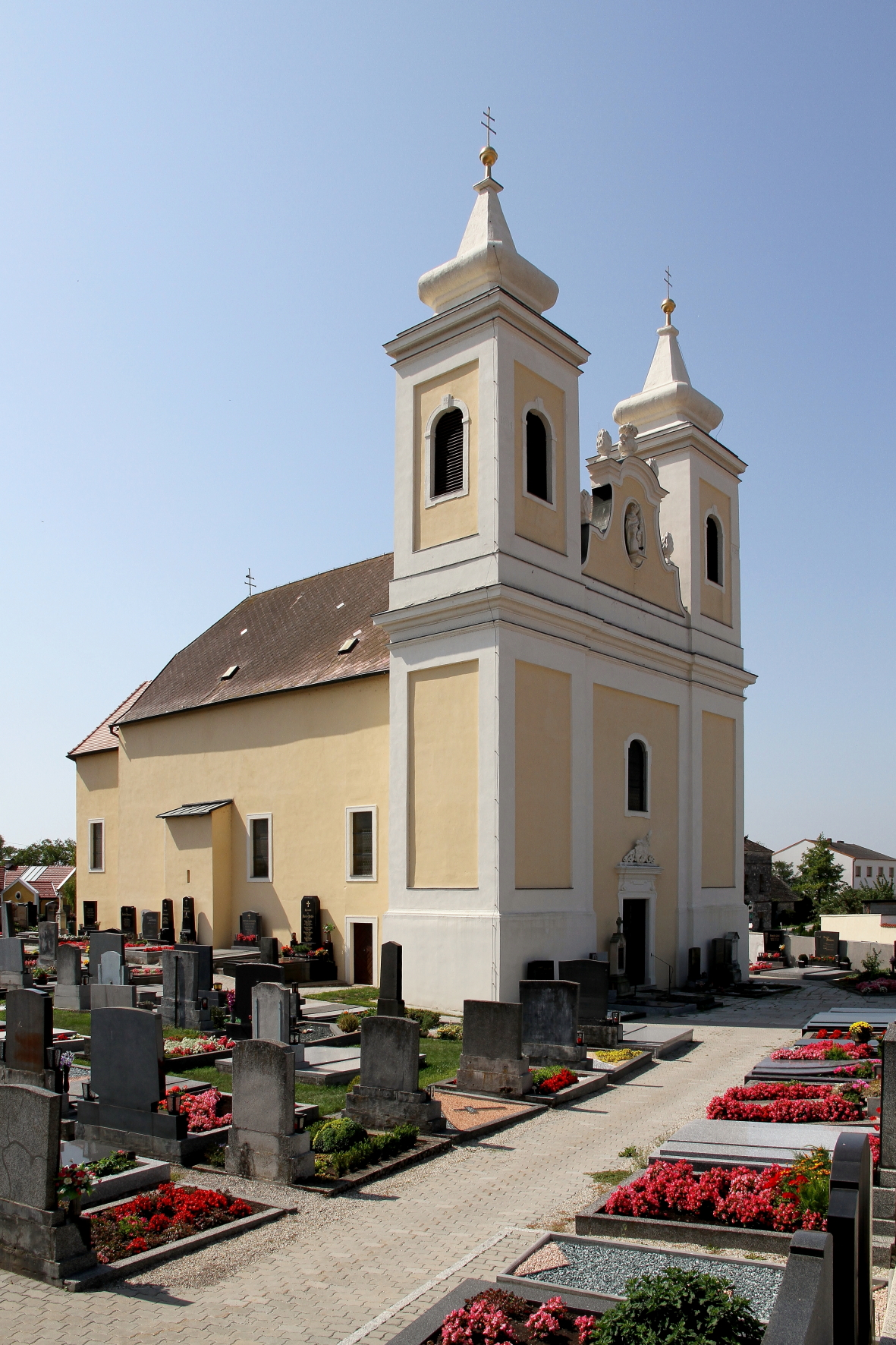
Windener Kirche

Winden und Kaisersteinbruch liegen als Nachbarn am Leithagebirge, beide waren Besitzungen des Stiftes Heiligenkreuz.
Der Bericht im Windener Pfarrgedenkbuch ist eine Huldigung für den ehrengerechten und kunstreichen Herrn Elias Hygel, wohlverordneter Richter im Heiligenkreuzer Steinbruch und Steinmetzmeister. Er war Bausachverständiger, Ingenieur, Baumeister, Wohltäter und seine Freigebigkeit wird gerühmt.
Im Namen Gottes des Herrn anno 1725 das Fundament zu graben angefangen. Herr Elias Hygel hat neben seiner Mühe, Geld und harte Steine zu denen Fenstern, Portalen, Gesimsen aus seinem eigenthümlichen Steinbruch geschenkt.
- Es wurden nur 30 fl für den gelieferten Kaiserstein verrechnet.
- Damit hatte sich Elias Hügel bei der Herrschaft, dem Stift Heiligenkreuz, eindrucksvoll vorgestellt. Er wurde einer der Steinmetzen des Stiftes.

## Kaiserstein für Prinz Eugen von Savoyen in seinem hochherrschaftlichen Schloss Hof
1725 erwarb Prinz Eugen von Savoyen, erfolgreicher österreichischer Feldherr, das vorhandene Renaissancekastell und den Markt Hof. Er wünschte von Johann Lucas von Hildebrandt den Umbau zu einem barocken Jagdschloss. Wie in seinem Gartenpalais in Wien ließ der Prinz auch auf Schloss Hof viele der Steinbildhauerarbeiten im Inneren und im Garten von den Kaisersteinbrucher Meistern unter Leitung von Hofsteinmetzmeister Elias Hügel ausführen.
Auf dem Areal neben dem Schloss befindet sich ein Barockgarten mit großen Treppen, mit Brunnen und Statuen. Da sich Kaiserstein gut bearbeiten lässt, wenn er noch bruchfeucht ist, ist das Gestein aus Kaisersteinbruch in vielfältiger Form im Garten von Schloss Hof verarbeitet, etwa als Stufenstein und in den Brunnenanlagen, aber auch als Bildhauerstein, wie bei den beiden Sphingen auf der Treppe von der vierten auf die fünfte Terrasse.

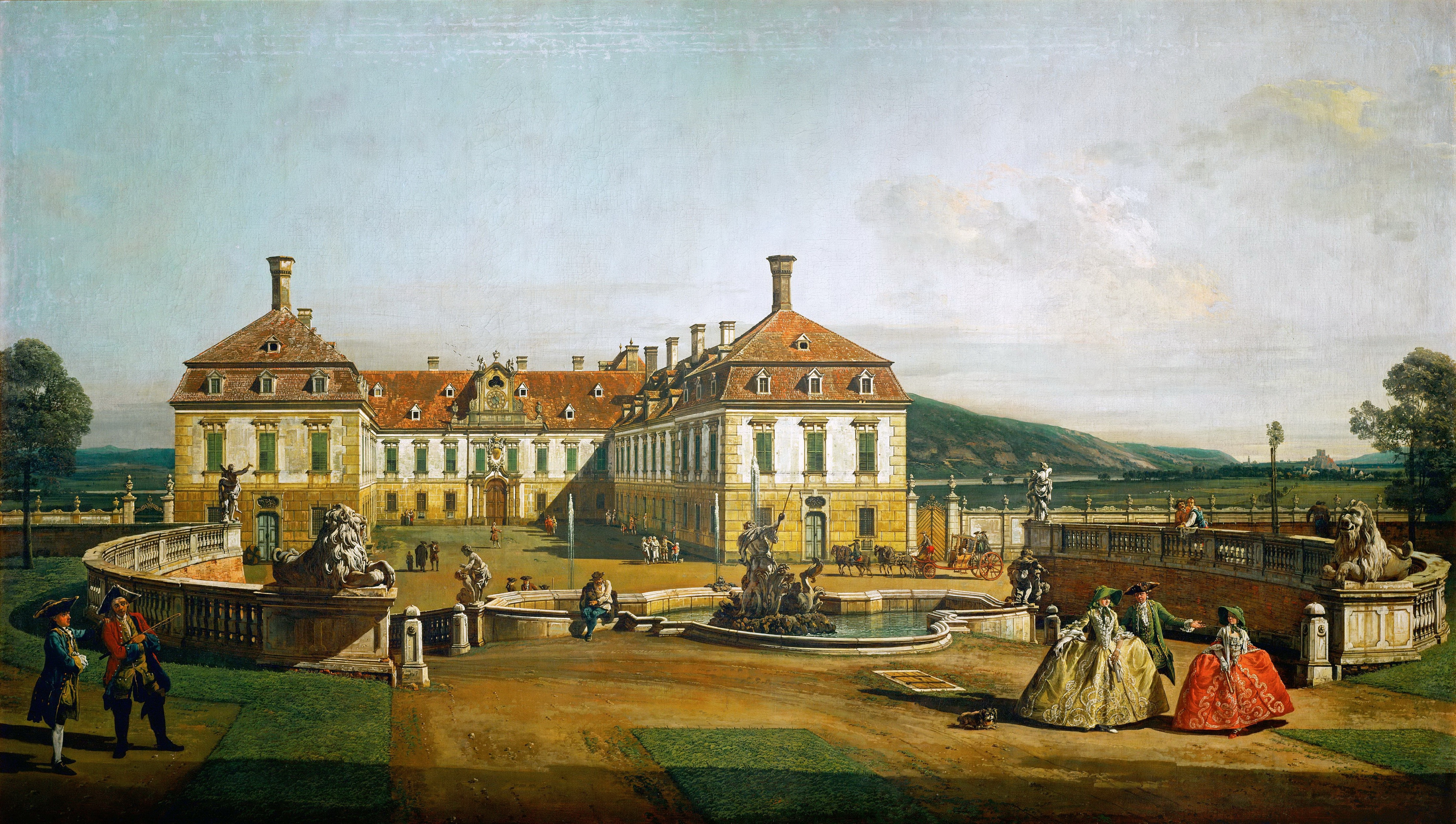
Ehrenhofseite des Schlosses (Bernardo Bellotto, 1758/61)
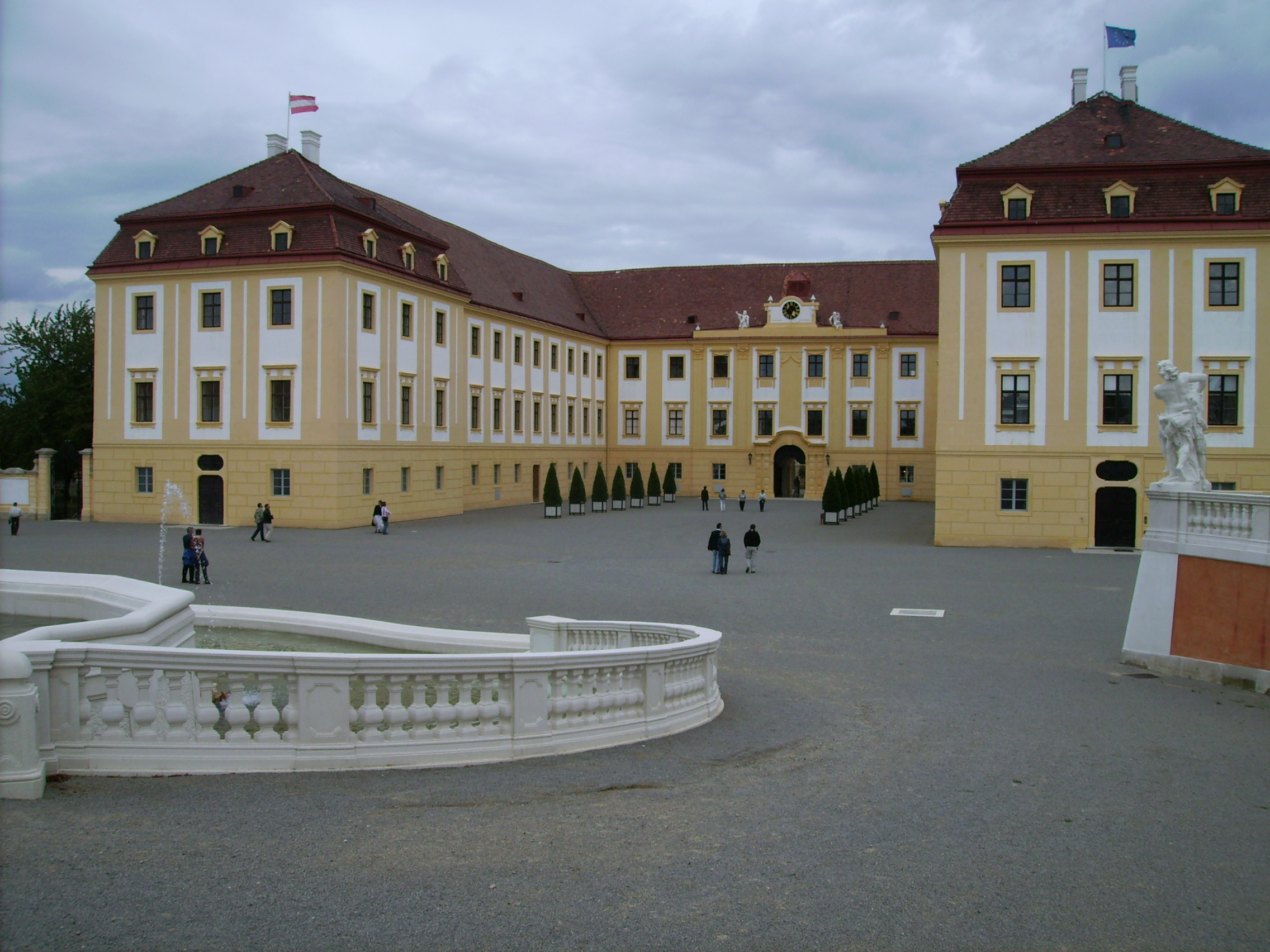
Schloss Hof heute
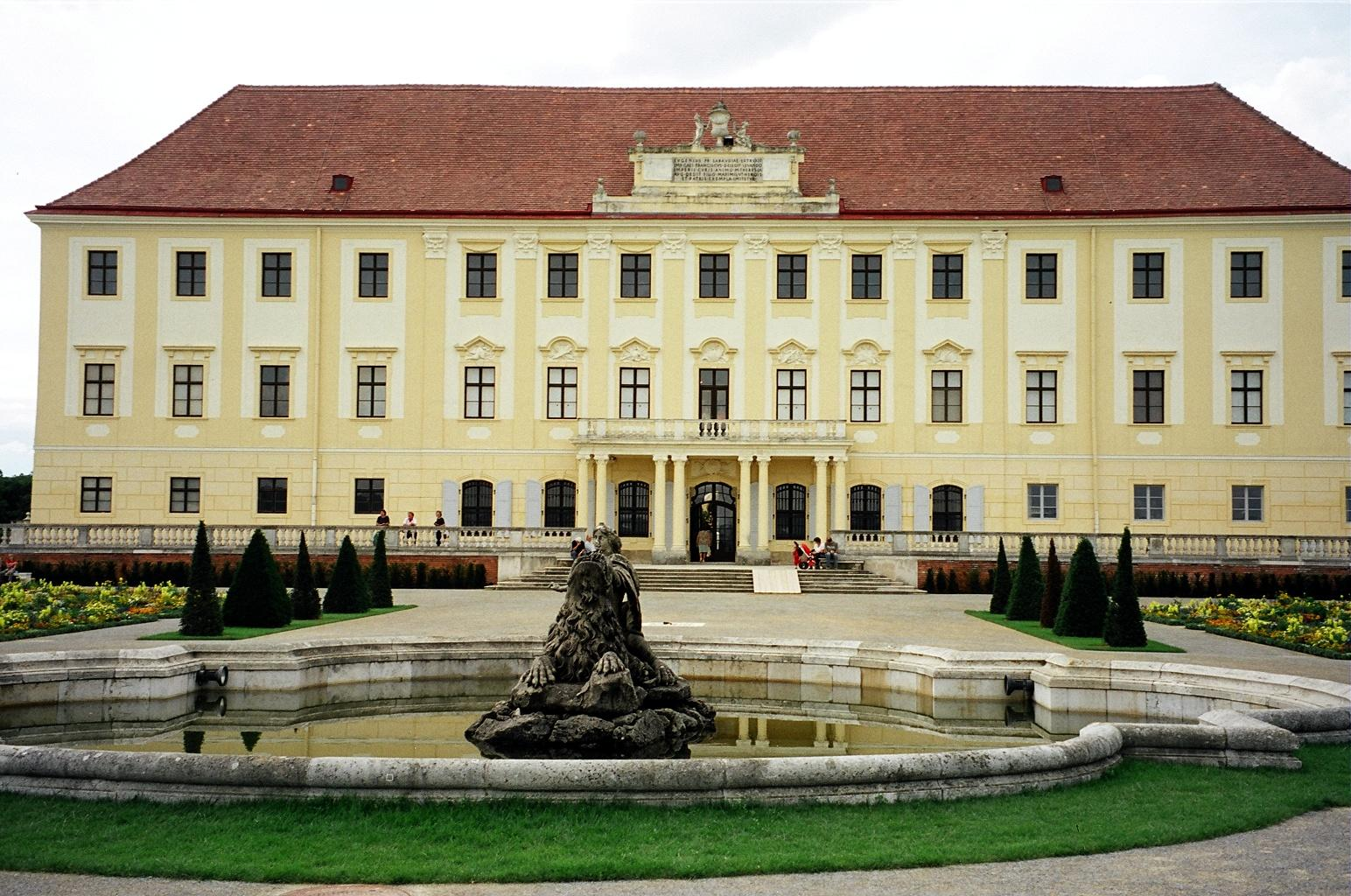
Najadebrunnen aus Kaiserstein
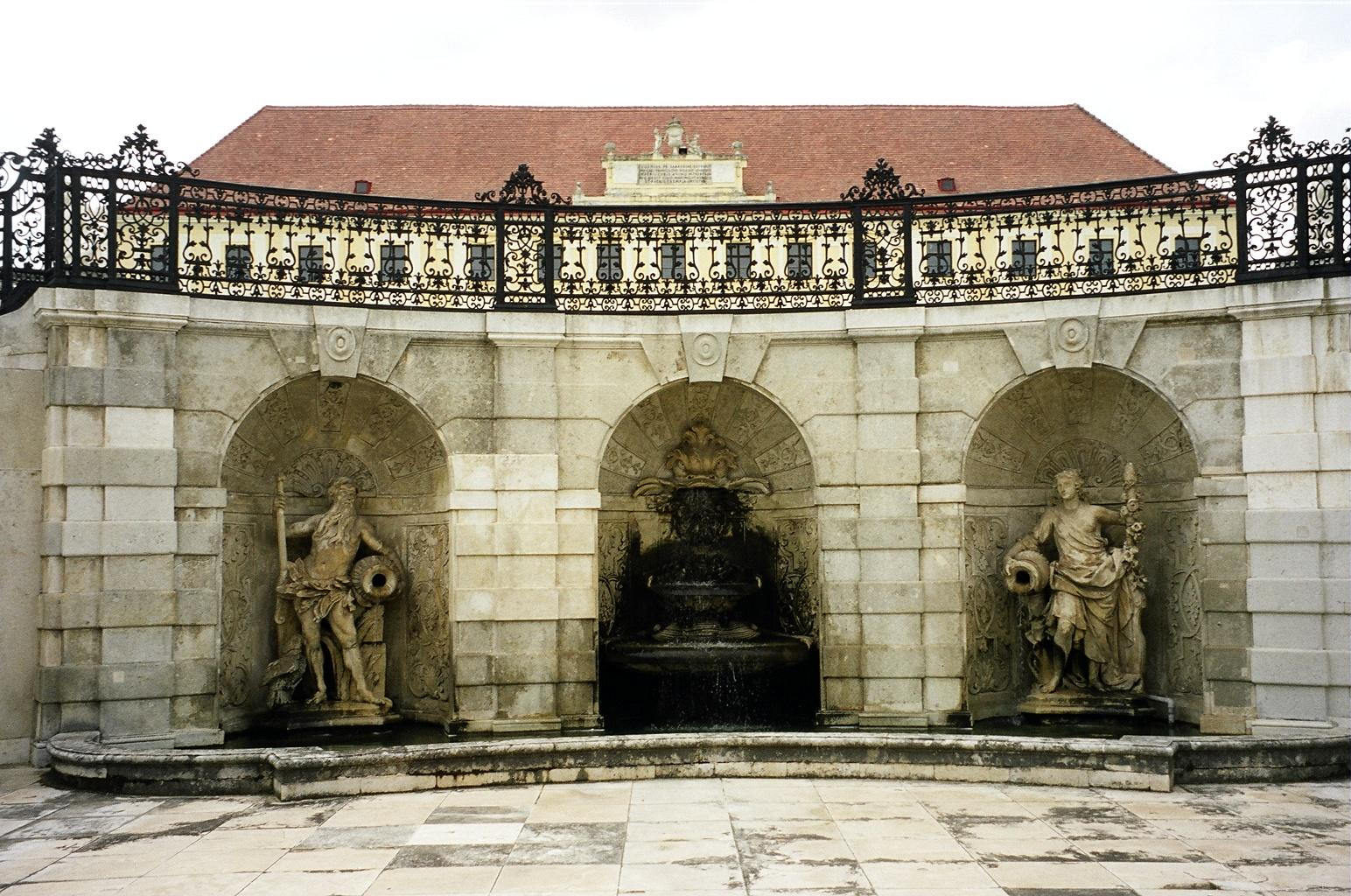
Brunnengrotte
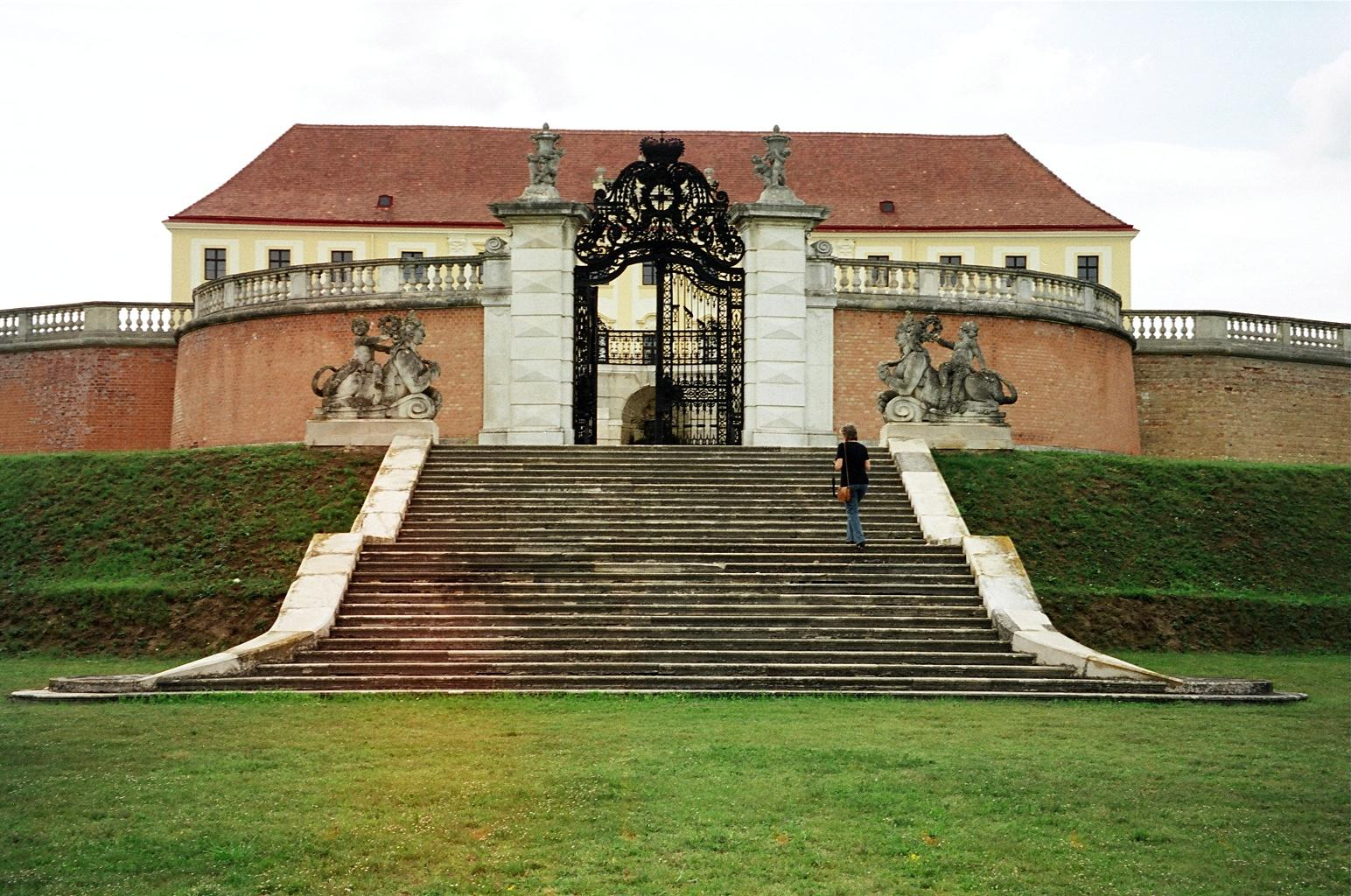
Treppenanlagen, Kaiserstein, steinsichtige Sphingen
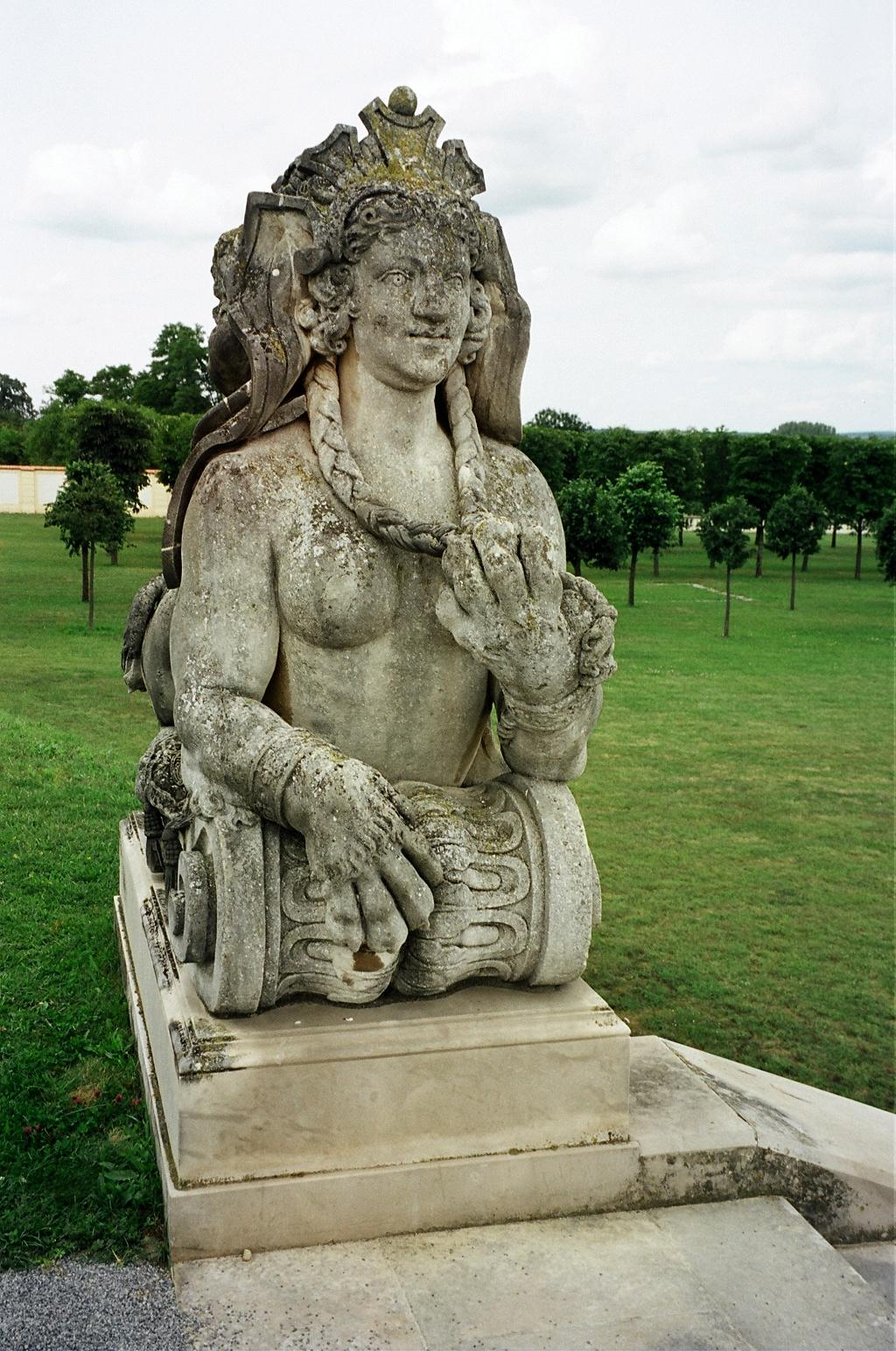
Sphinx Torwächter
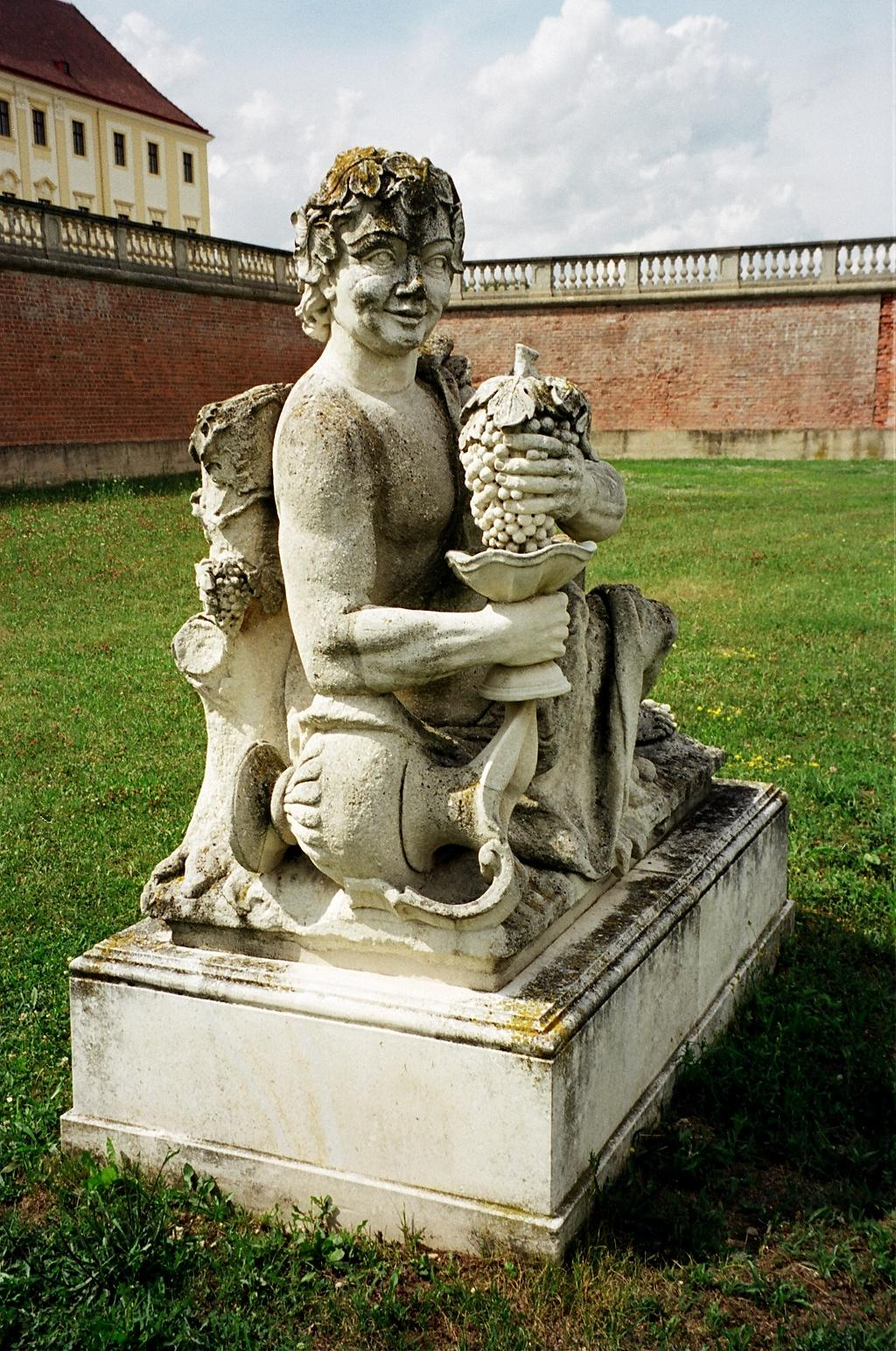
Gott Bacchus

## Kaiserstein für das Zichy-Meskó-Palais in der K(o)lostergasse in Sopron (Ödenburg)

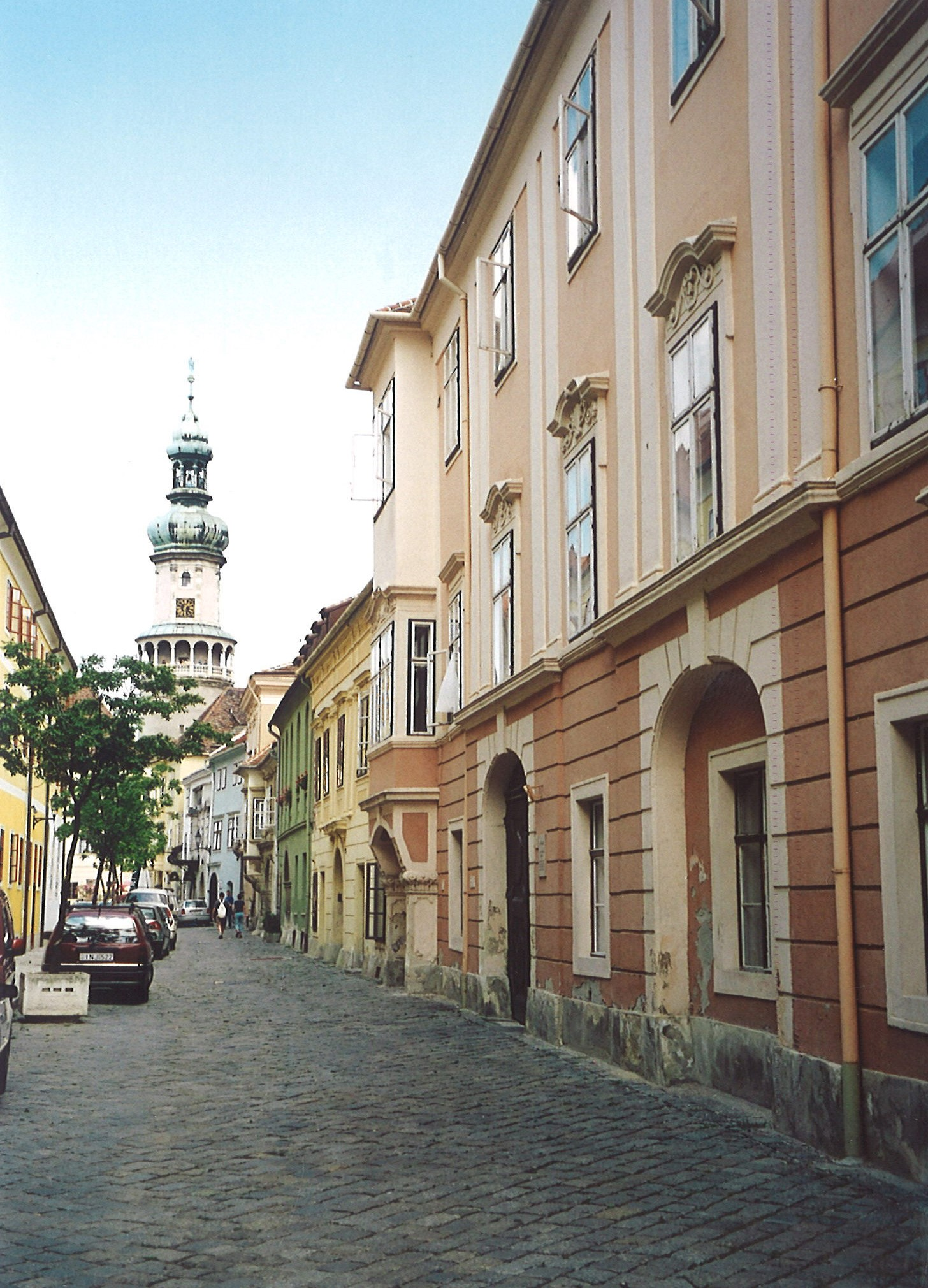
Zichy-Meskó Palais
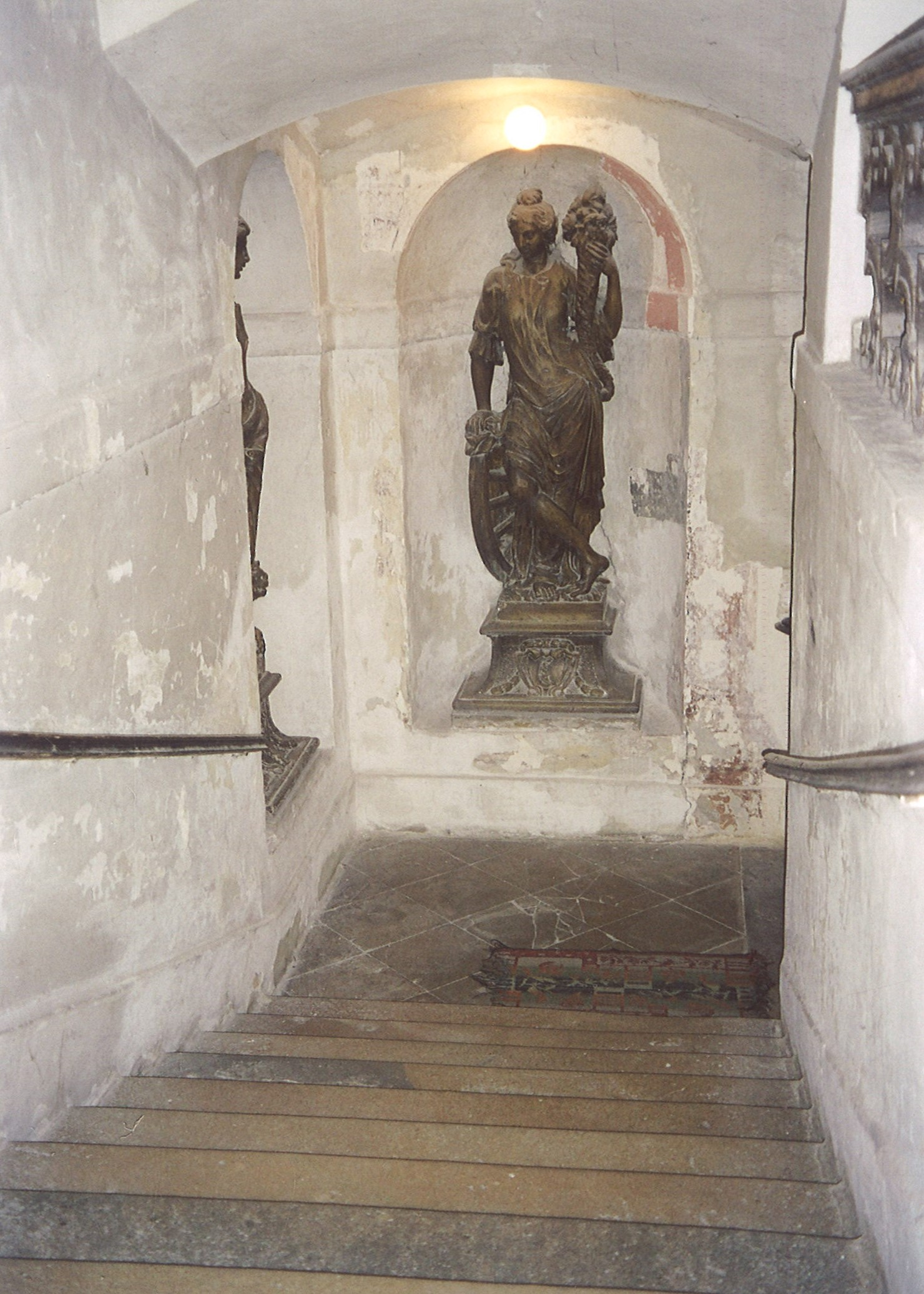
Stiegenhaus

Aus den Adelspalästen und Bürgerhäusern der Kolostergasse ragt das charakteristische zweistöckige Barockgebäude des ehemaligen Zichy-Mesko-Palastes (Kolostor u. 11) heraus. Pál Voit, wichtiger ungarischer Kunsthistoriker, nennt als Baumeister den Maurermeister Laurenz Eysenköbl, und Károly Bebos, als Bildhauer der Familie Zichy. Der Erker mit zwei Doppelfenstern umfasst die Stockwerke. Torbögen führen in den Hof. Bemerkenswert ist das mit Grafen-Wappen und Monogramm gezierte Schmiedeeisentor zum Treppenhaus. Die Stufen dieser barocken Treppe sind aus Kaiserstein, ein Schmuck sind die Steinskulpturen. Es gibt allegorische Skulpturen von Glück, Kraft, Wahrheit und Wissenschaft (1725).

## Kaiserstein für Kaiserin Amalia Wilhelmina, Witwe von Joseph I., Salesianerinnenkirche und Kloster
Die Witwe Josephs I., Amalia Wilhelmine, hatte den von ihr nach Wien berufenen Nonnen, die nach ihrem Ordensstifter Franz von Sales den Namen Salesianerinnen trugen, ein Haus mit Garten am Rennweg gekauft (vorheriger Besitzer Freiherr Quarient) und ihnen dort eine Kirche und Kloster erbaut. Die Grundsteinlegung erfolgte am 13. Mai 1717, der Rohbau konnte am 19. Mai 1719 den Nonnen übergeben werden, Architekt Donato Felice d’Allio vollendete 1728 die Klosteranlage.

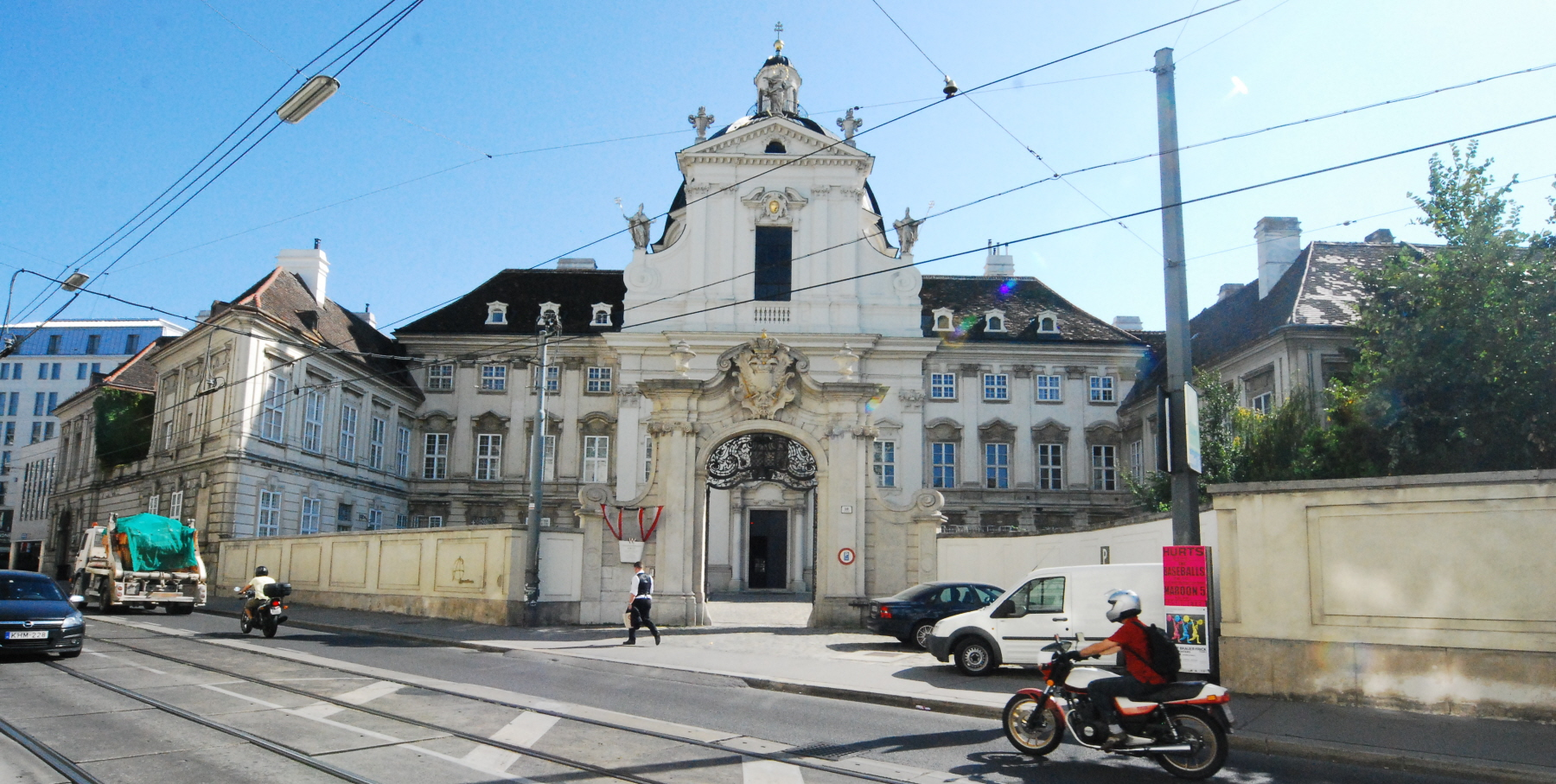
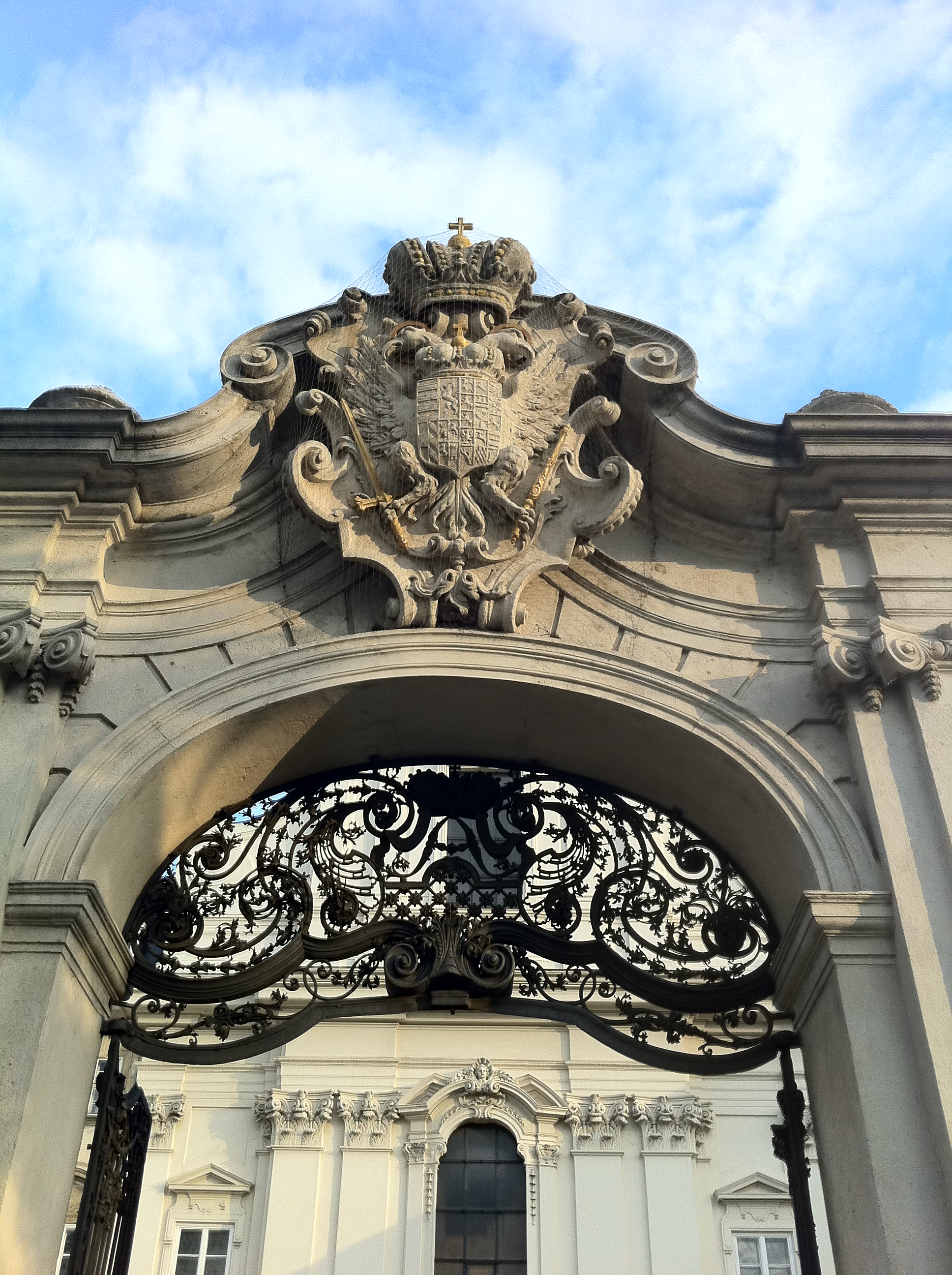
Das kaiserliche Ehrenhofportal
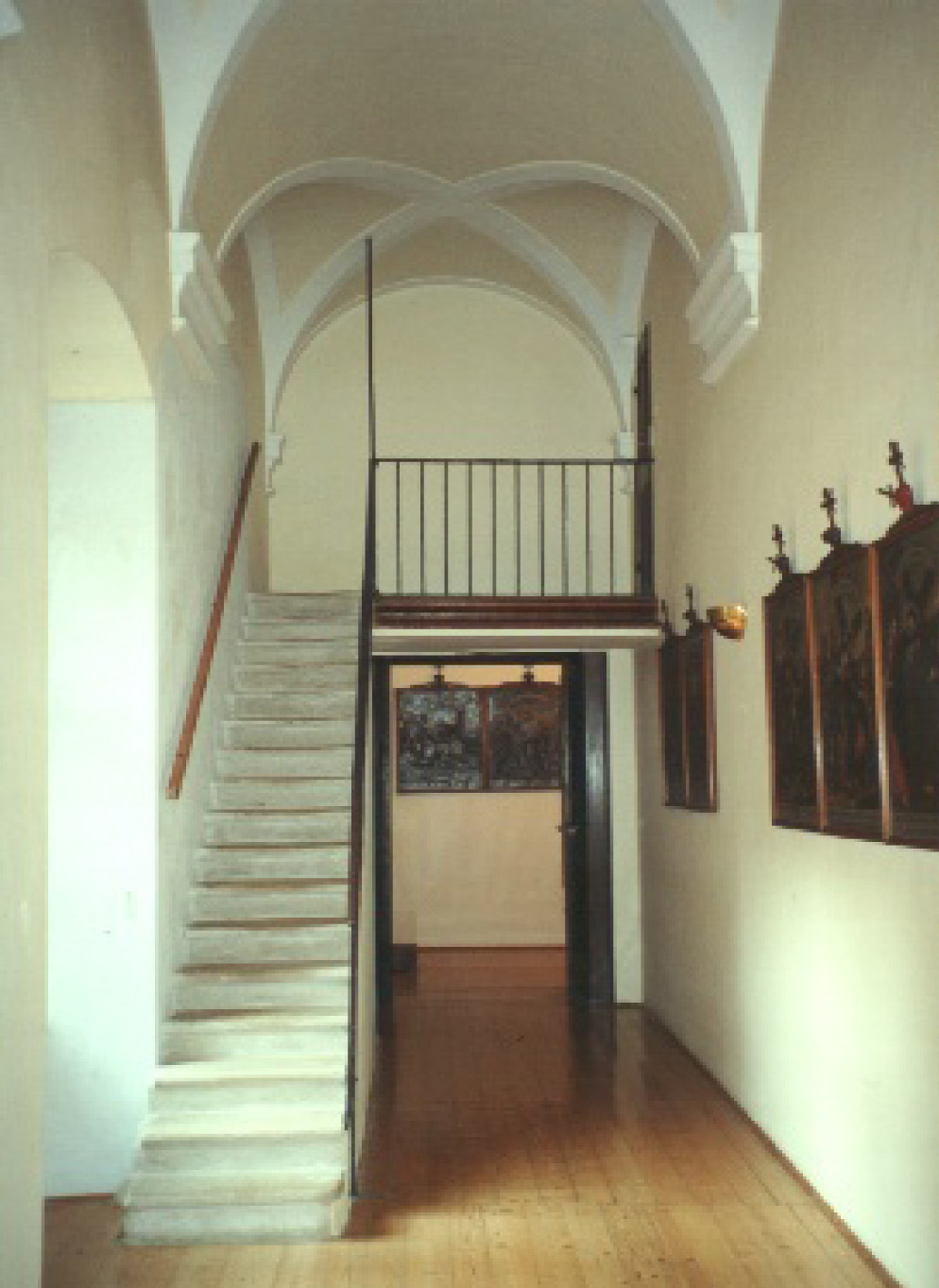
Kleine Stiege mit Kaisersteinstufen

Durch den Witwensitz der Kaiserin und die damit verbundene Stiftung des Hofbauamts war Joseph Emanuel Fischer von Erlach herangezogen worden, was sich in einer Veränderung der Kirchenfassade (der beiden Prunkportale) zeigt. Auch der Hofbauamt-Steinmetzmeister (Hofsteinmetz) Elias Hügel (der zu dieser Zeit bei der nahegelegenen kaiserlichen Kirche, dem benachbarten Gartenpalais des Prinz Eugen Steinmetzarbeiten aus Kaiserstein lieferte).
Heute belebt die Universität für Musik und Darstellende Kunst den Apotheken- und Noviziathof des Westteiles, dort wurden Stiegen und mehrere Staffel gesehen, alle Kaiserstein. Die Bodenplatten bei der Pforte sind aus Kaiserstein mit bläulichen Einsprengungen. Beim gemeinsamen Rundgang durch die Gänge des Klosters mit der Ehrwürdigen Mutter Helga Maria Dillinger und Schwester Maria Christine Tavonatti sprachen wir über die Besonderheiten des Kaisersteines, die wir dann bei allen Stiegenanlagen vorfanden. Eine kleine Stiege, die vor dem Abbruch bewahrt wurde, hat ebenfalls Kaisersteinstufen.

## Kaiserstein für die Kaiserstiege, die zum Kaisertrakt im Stift Melk führt

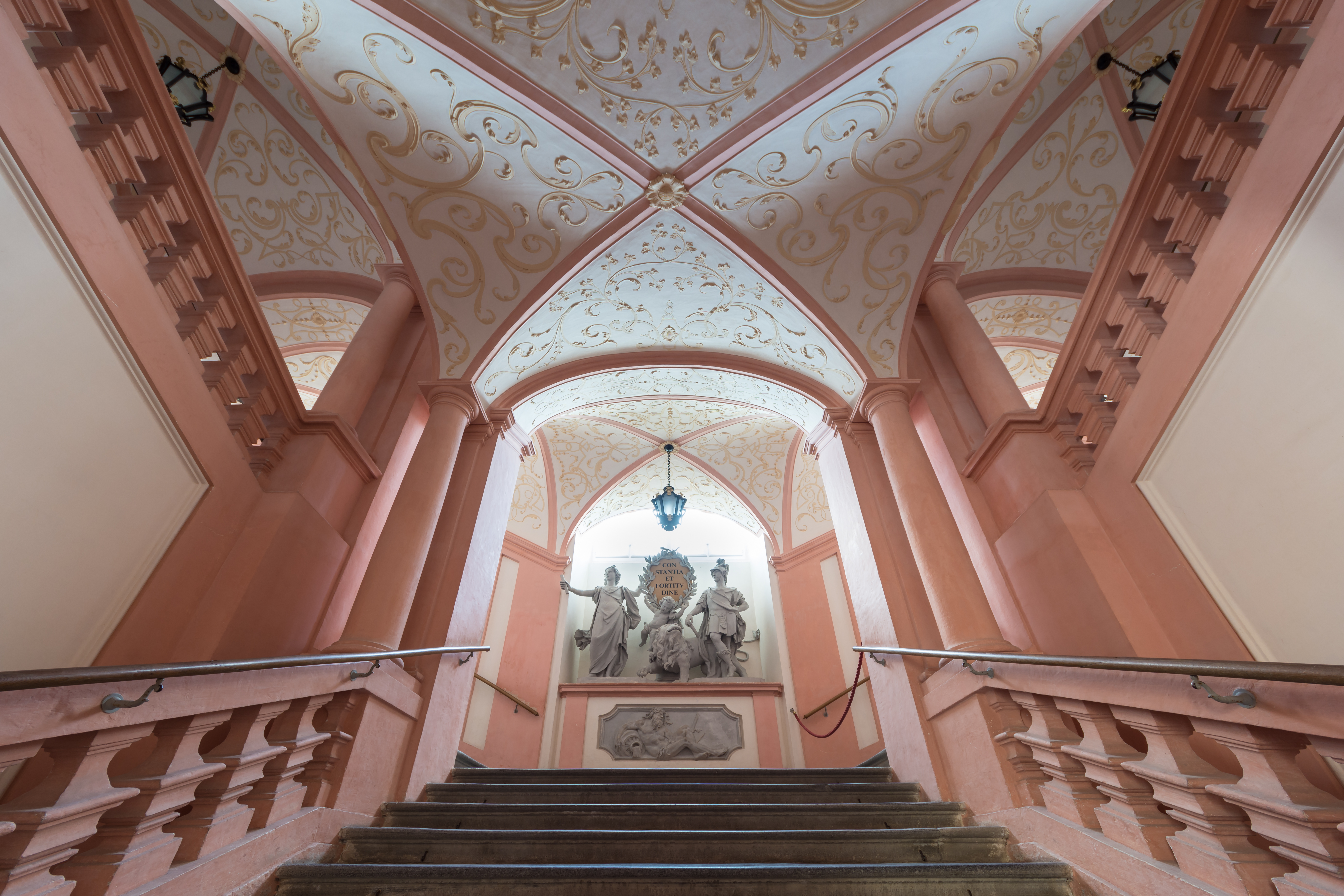
Kaiserstiege
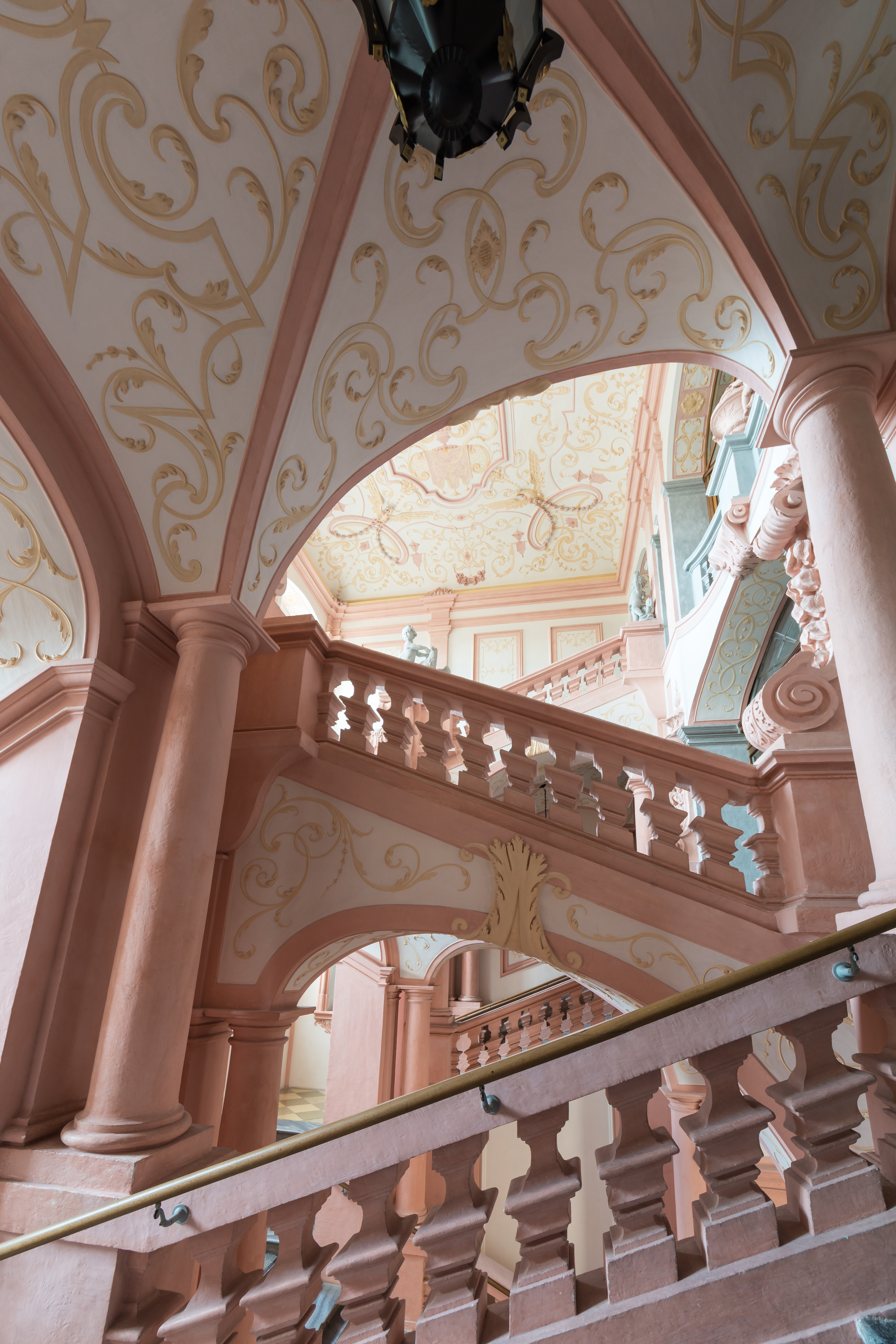
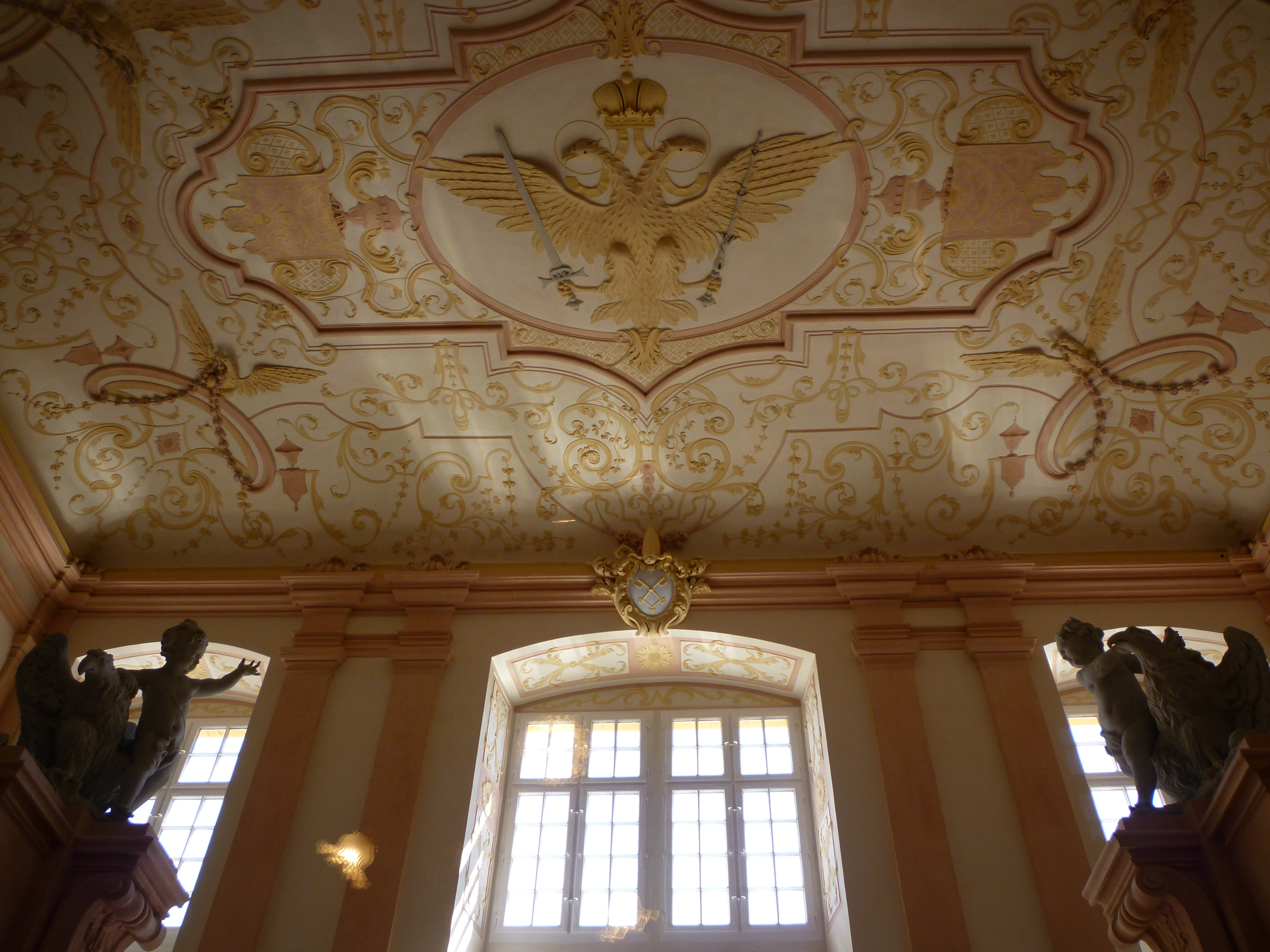

Durch das Tor an der linken hinteren (südwestlichen) Ecke des Prälatenhofes gelangt man zur Kaiserstiege, die zum Kaisertrakt führt – jenem Teil des Stifts, der für die kaiserliche Familie bestimmt war. Die Stiege von 1716/17 – mit Säulen aus dem weißen Kaiserstein – wirkt im unteren Teil für ein herrschaftliches Treppenhaus, bedingt durch die äußeren räumlichen Gegebenheiten, etwas beengt. Eine 3-läufige Treppe mit Podesten, in der Mitte vier eng gestellte Pfeiler mit vorgestellten toskanischen Säulen und steinernem Balustradengeländer.

## Kaiserstein für Graf Aloys Thomas Raimund von Harrach in seinem Gartenpalast in der Ungargasse

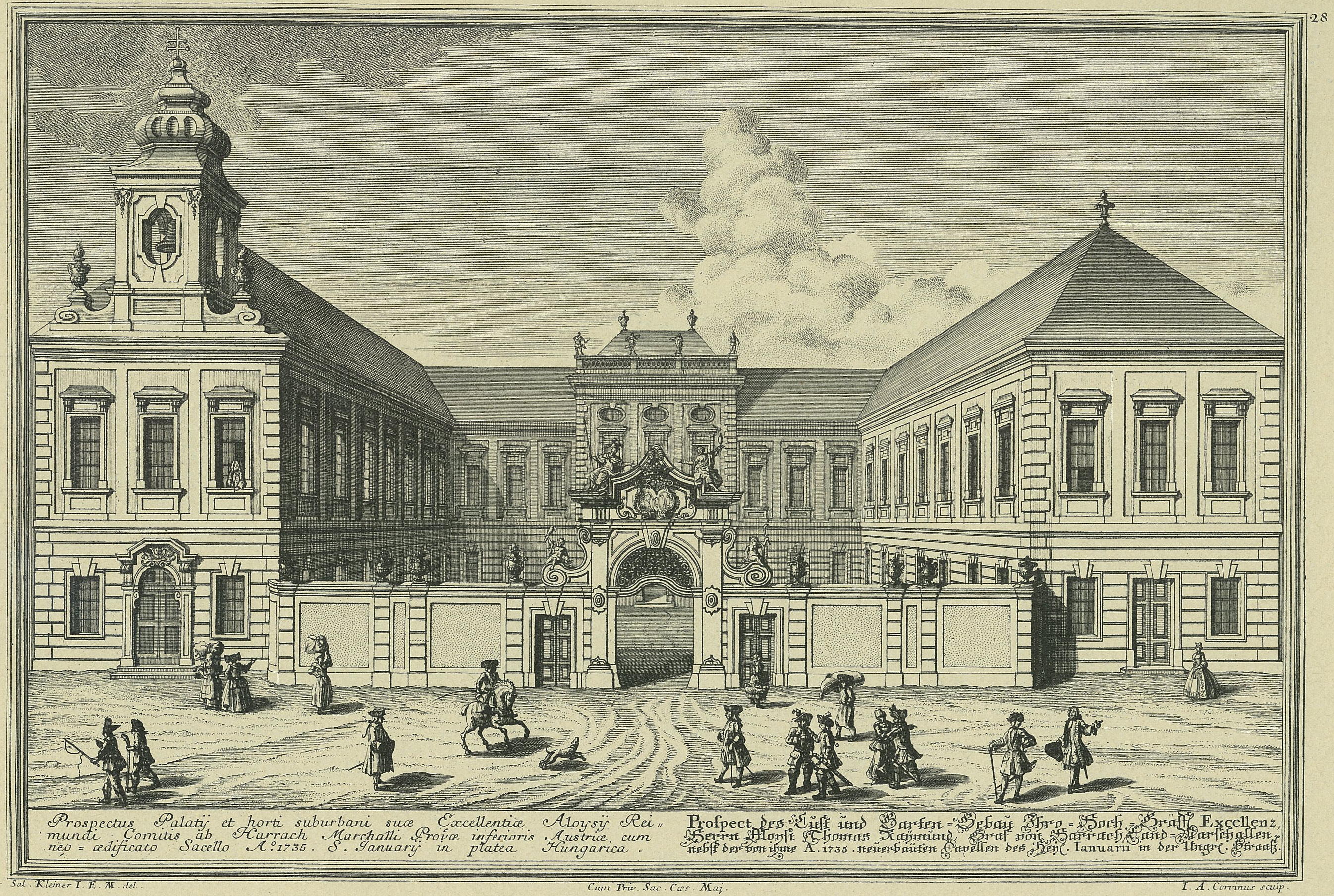
Gartenpalast Harrach

Der Graf ließ ab 1727, wiederum von Hildebrandt, das Gartenpalais in der Ungargasse errichten.
Der Hochgeborene Herr Herr Aloysium Raymundum, des Heyl. Röm. Reichs Grafen von Harrach und Vize-König zu Neapel wegen gelieferten Steinmetzarbeiten aus dem kayserl. Steinbruch Dero Gartengebäude zu Wien in der Ungargasse betreffend:
Hofsteinmetz Elias Hügel und sein Stiefsohn Franz Trumler lieferten das kunstvolle Hauptportal (Kontrakt vom 28. Mai 1728), die Stufen der Hauptstiege sowie sämtliche Architektursteine, auch in der Gartenanlage.
- 7. Oktober 1730 … gestern 4 große Fuhren aus dem kayserl. Steinbruch angelangt mit den hierzu bestimmten Steinen und Gesimsen … das große Tor, wie auch die zwei Seitentore sind endlich auch beschlagen und eingehängt worden.

## Kaiserstein für Abt Robert Leeb vom Stift Heiligenkreuz für die Dreifaltigkeitssäule

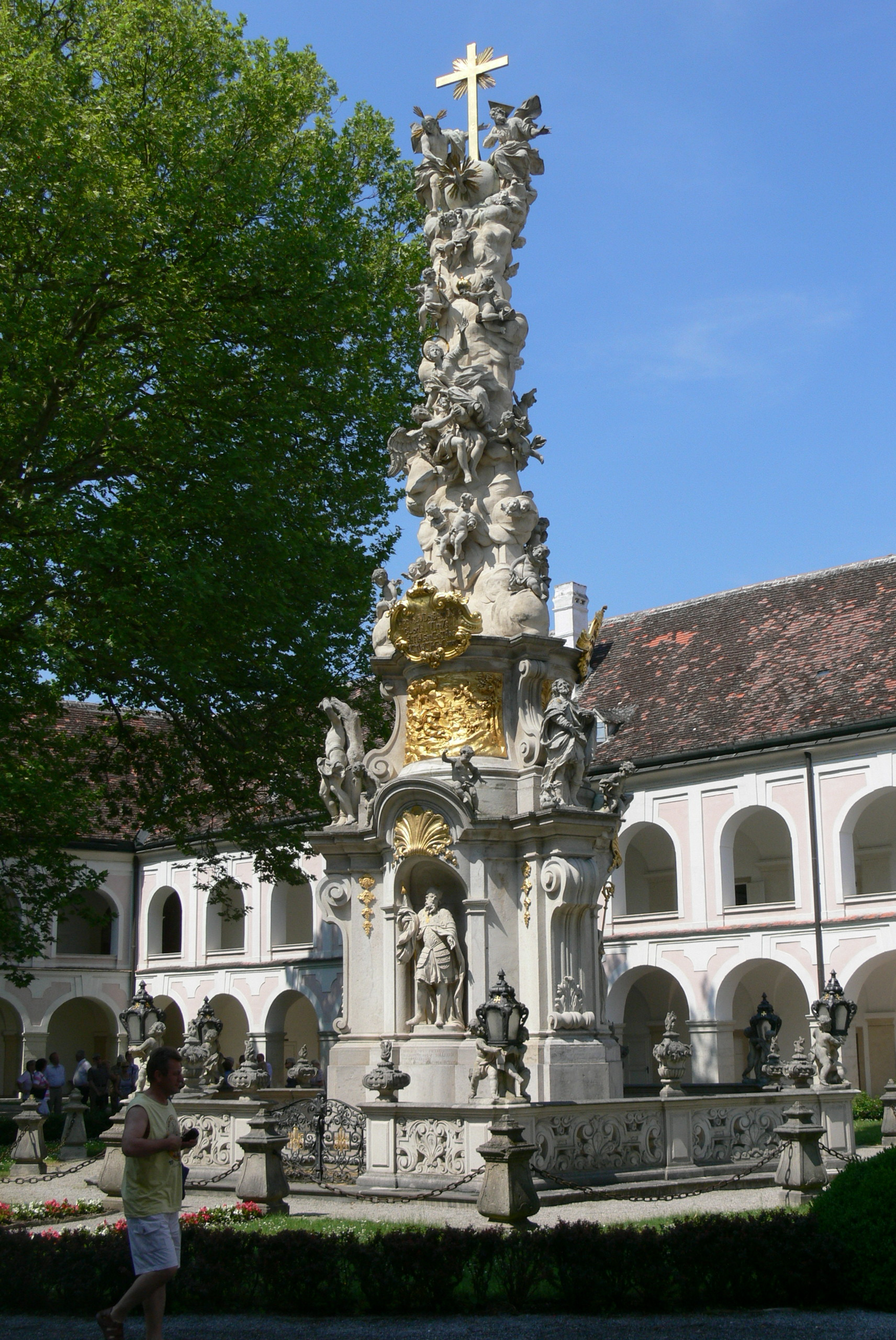
Dreifaltigkeitssäule im Stiftshof
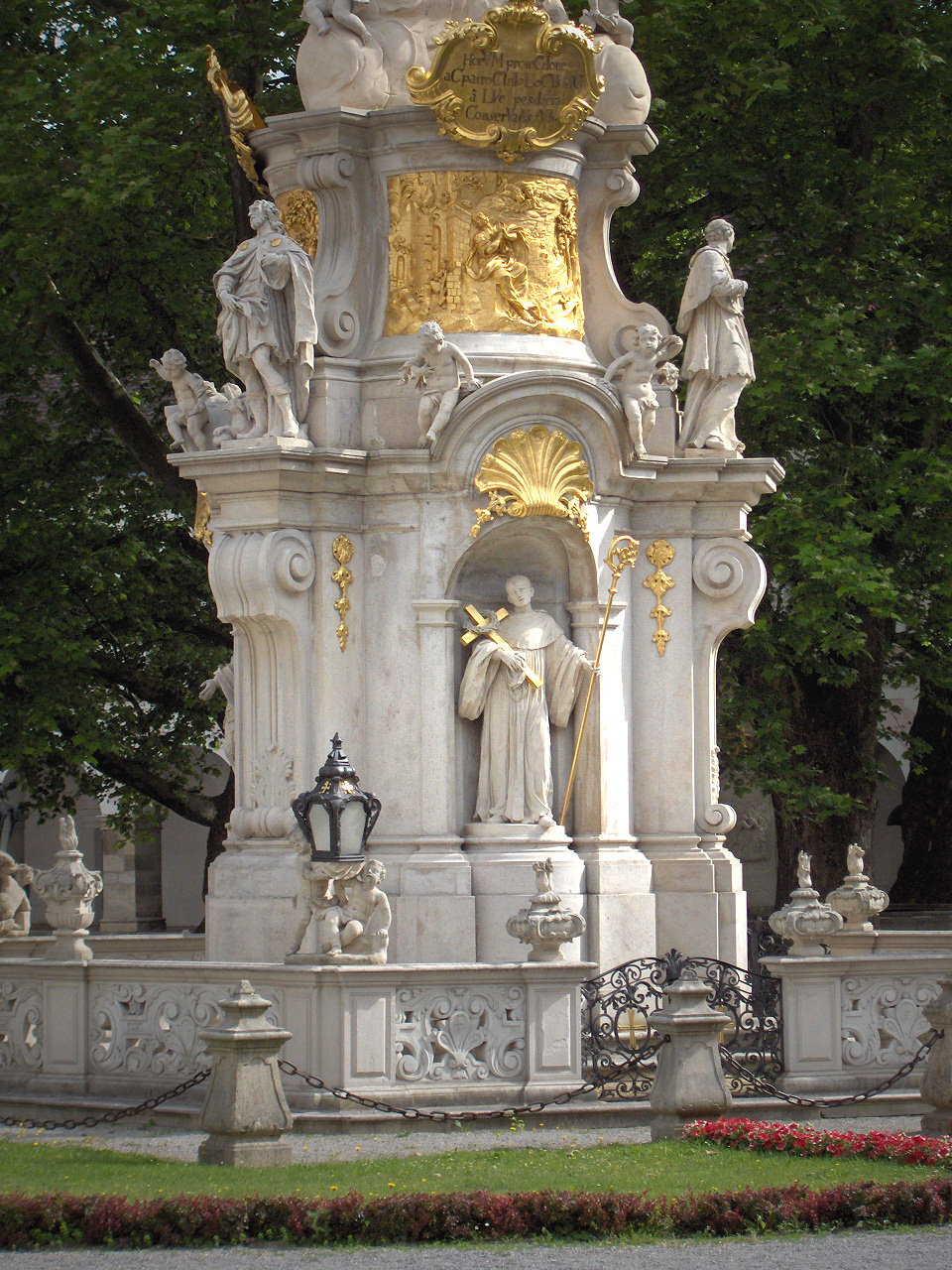
Großer Sockel aus Kaiserstein

4. Oktober 1729: Zu vernehmen einen ordentlichen Contract über das Werk der heyl. Dreifaltigkeitssäulen zu dem hochlöbl. Stift und Closter zum Heyligen Creutz. Herr Abt Robert Leeb hat sich mit Elias Hügel (aus dem Heiligenkreuzer Steinbruch am Leithaberg) folgendermaßen abgeredet.
- Erstlich das untere Postament mit dreyen Nischen, das Steinwerk ein Schuh dick …
- Andertens das obere Postament, worauf der Pyramid, oder Säulen zu stehen kommt, die Bildhauerarbeit jeweils ausgenommen …
- Herr Abt wünscht Stiegenstaffel rund um die Säule herum machen zu lassen …[144]
- Ein Höhepunkt hochbarocker Kunst, virtuose Verwendung von unterschiedlichen Steinmaterialien, dem harten weißen Kaiserstein für Sockel und Postament, dem weicheren Loretto Stein für die Pyramide und dem Zogelsdorfer Stein für die Bildhauerarbeiten.

## Kaiserstein für Kaiser Karl VI., statt der hölzernen Säule den „ewig“-steinernen Vermählungsbrunnen
Kaiser Karl VI. ernannte 1716 Gundacker Ludwig Graf Althan zum Hofbaudirektor und unterstellte ihm alle Bauämter der Erblande. Graf Althan organisierte die Bautätigkeit des Hofes, wie die Karlskirche, die Hofbibliothek, den Vermählungsbrunnen, den Reichskanzleitrakt der Hofburg. Hügel war direkt dem kaiserlichen Hofbauamt unterstellt, und bei all diesen Aufträgen beteiligt.

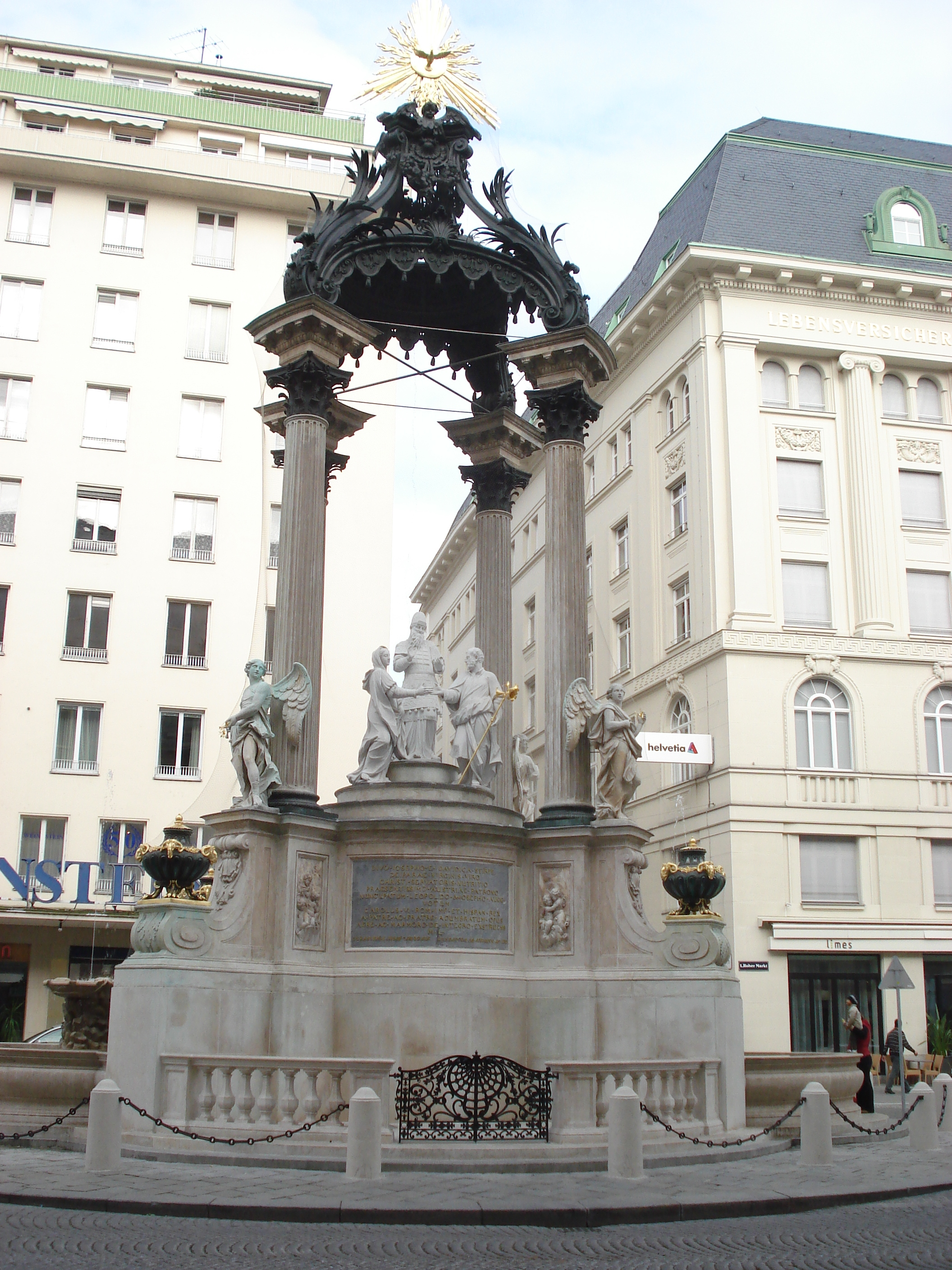
Vermählungsbrunnen
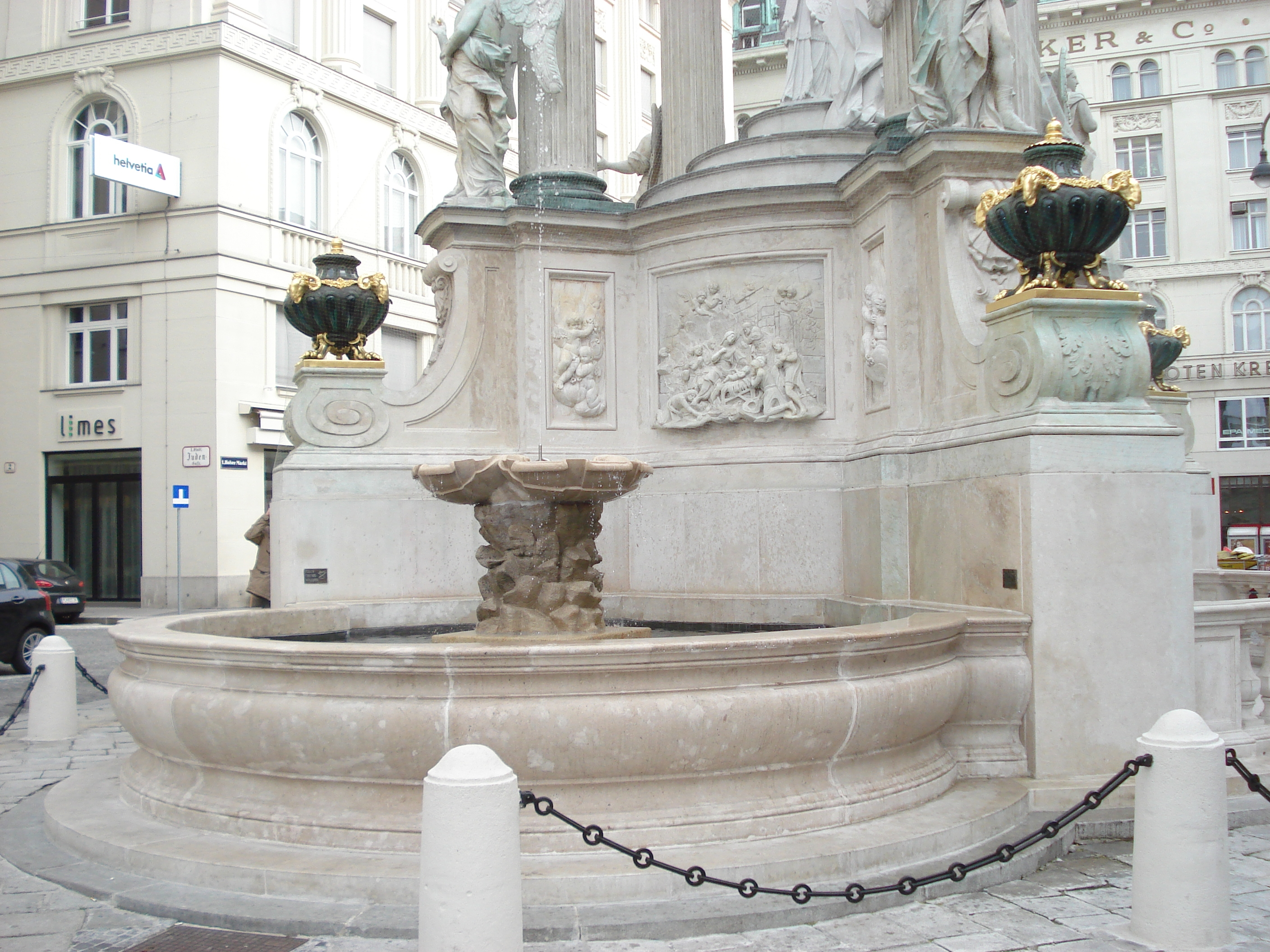
Brunnenbecken

Die Grundsteinlegung fand am 14. August 1729 statt und die Weihe durch Kardinal Graf Kollonitsch am 14. April 1732. Die Architektur des Denkmals stammt vom Hofsteinmetz Elias Hügel. Die sieben weißmarmornen Statuen, vier Engel und die drei Figuren der Vermählungsgruppe sind ein Werk von Antonio Corradini. Den Bronzebaldachin mit Strahlenkranzbekrönung schuf der Glockengießer Johann Baptist Divall und die beiden Rundbecken mit Springbrunnen gestaltete Lorenzo Mattielli.
Hügel aus Kaisersteinbruch wurde beauftragt den monumentalen Sockel und die Säulen aus Untersberger Forellenmarmor, einem dichten Kalkstein, die Brunnenbecken und die Kettenträger aus härtestem Kaiserstein zu gestalten. Allerdings stellte sich bei einer Gesamtrestaurierung durch die Magistratsabteilung 31 (Wiener Wasserwerke) unter der Leitung des Restaurators Klaus Wedenig und dem Bundesdenkmalamt Wien heraus, dass die „Außenhaut“ des Sockels aus Unterberger Marmor besteht, während darunter als tragendes Element Kaiserstein dient.

## Kaiserstein für Kaiser Karl. VI. für eine Winterreitschule der Spanischen Hofreitschule in der Hofburg
Die Winterreitschule in der Hofburg ist ein Saal mit einer von 46 Säulen getragenen Galerie, erbaut zwischen 1729 und 1735 nach ursprünglichen Ideen des Johann Bernhard Fischer von Erlach nach den Plänen von Joseph Emanuel Fischer von Erlach, seinem Sohn, an der Stelle eines Teils des alten Paradeisgartels. Die Säulen bestehen aus dem Eggenburger Stein, die gewunden verlaufenden Stiegen, die in den Saal führen, sind allesamt aus dem harten Kaisersteinbrucher Kaiserstein.

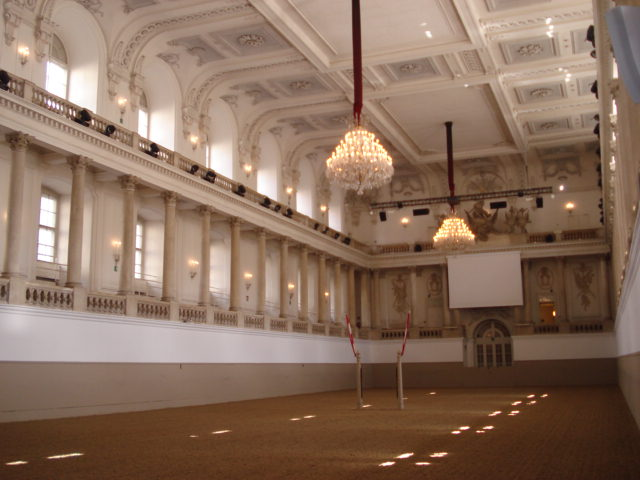
Blick in die Reithalle
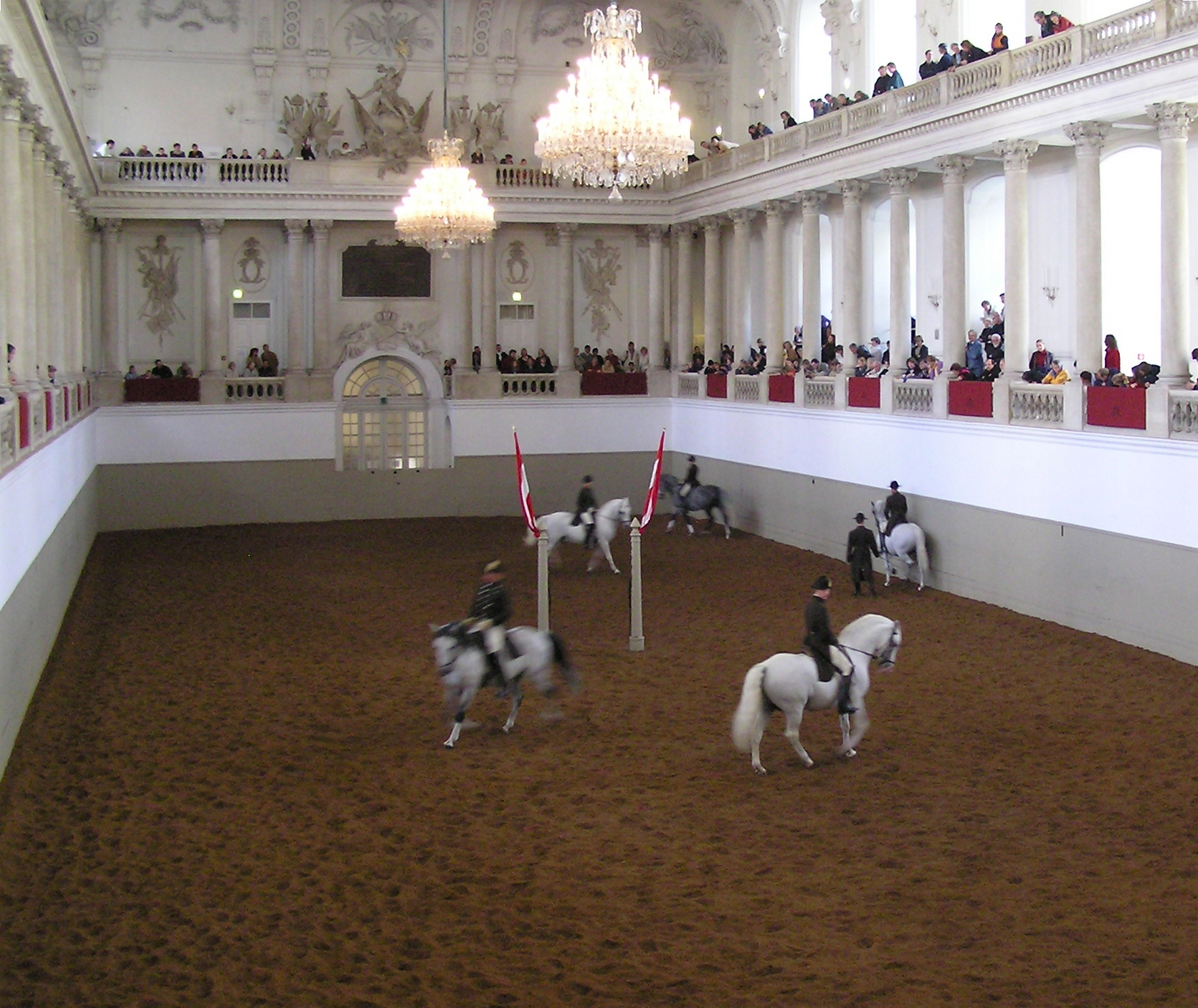
Spanische Hofreitschule
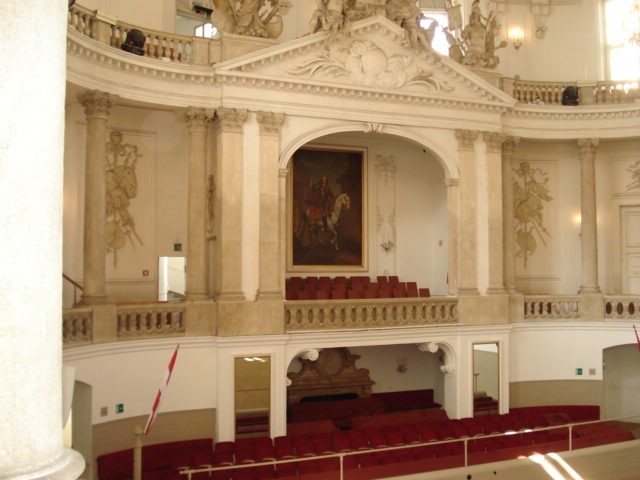
Ehem. Kaiserloge mit Bildnis Karl VI.
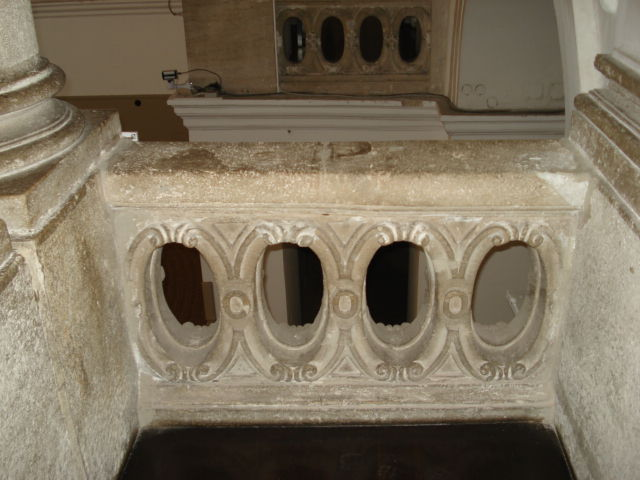
Sockelquader, Deckplatten Kaiserstein
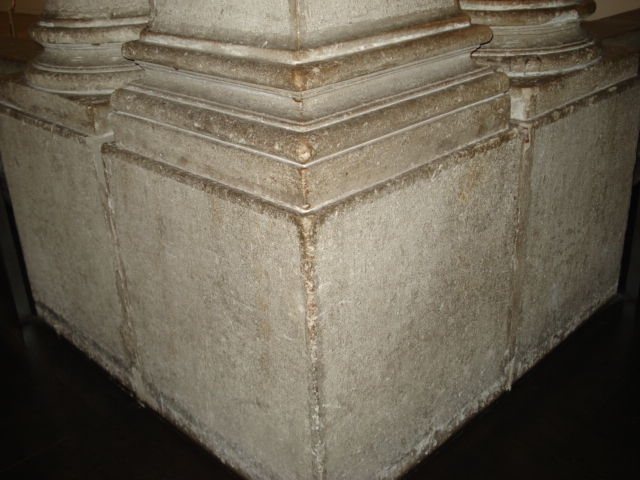
Sockelquader Kaiserstein
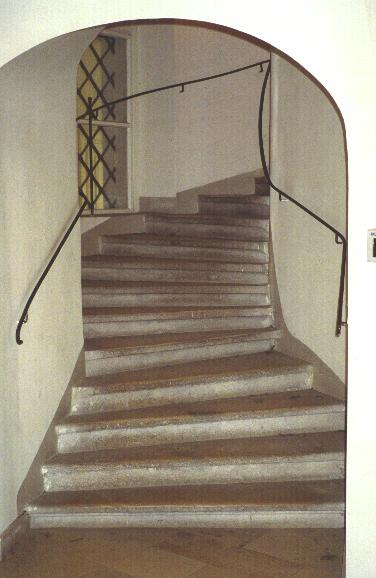
Stiege zur ersten Galerie
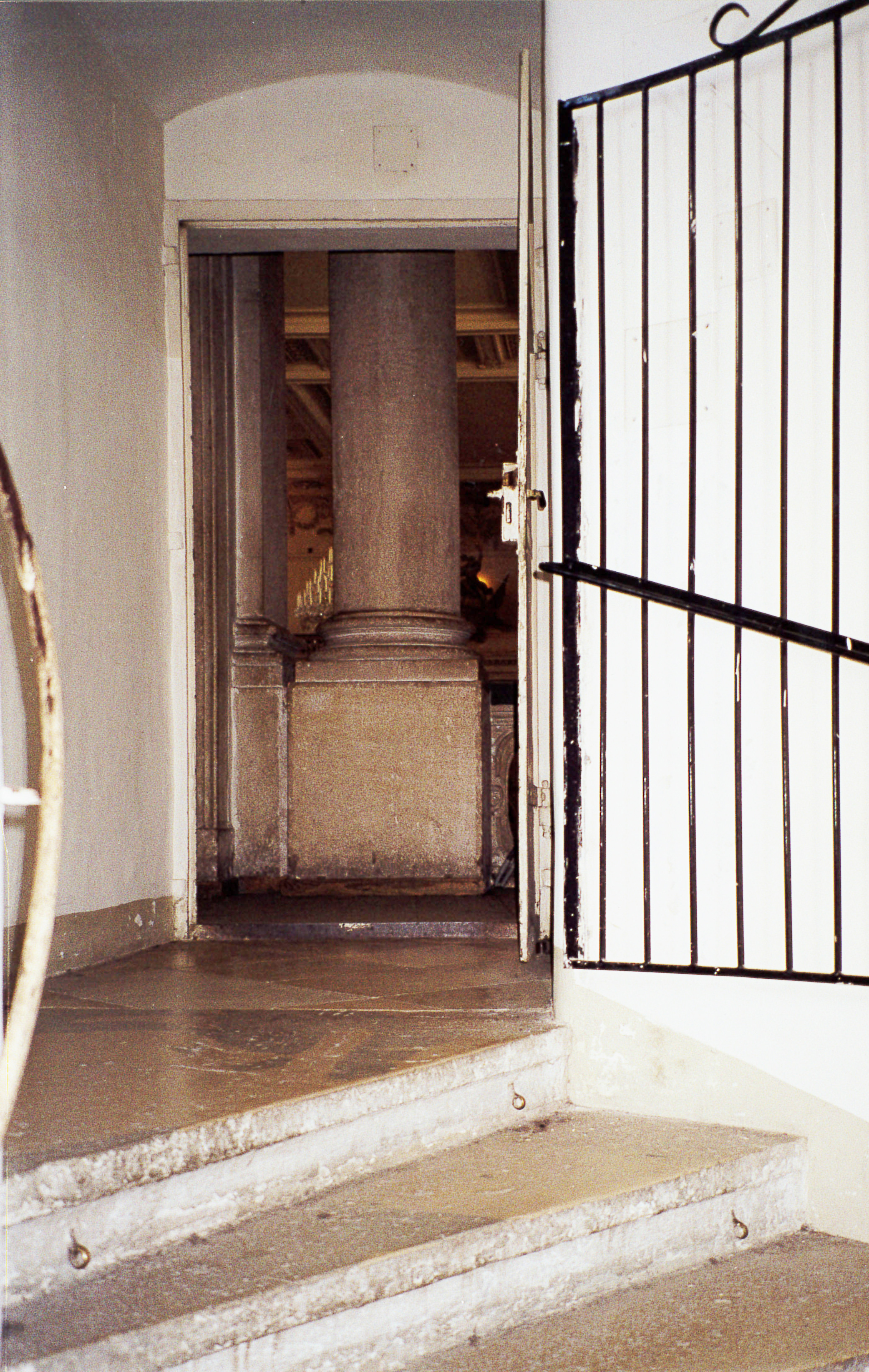
Stiegenende, Blick in die Halle

## Kaiserstein für Abt Robert Leeb vom Stift Heiligenkreuz, die Mönchhofer Pfarrkirche

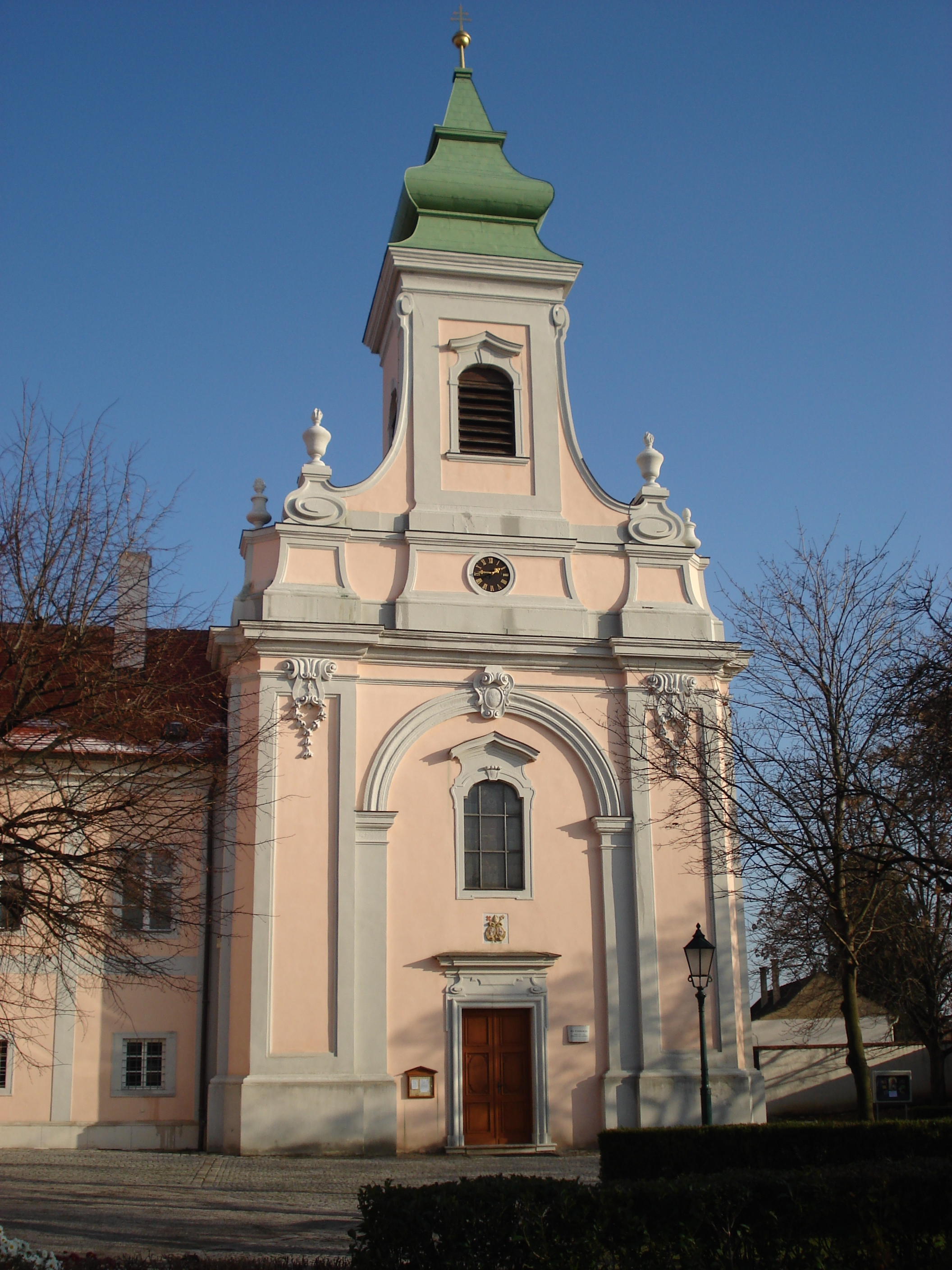
Pfarrkirche Mönchhof
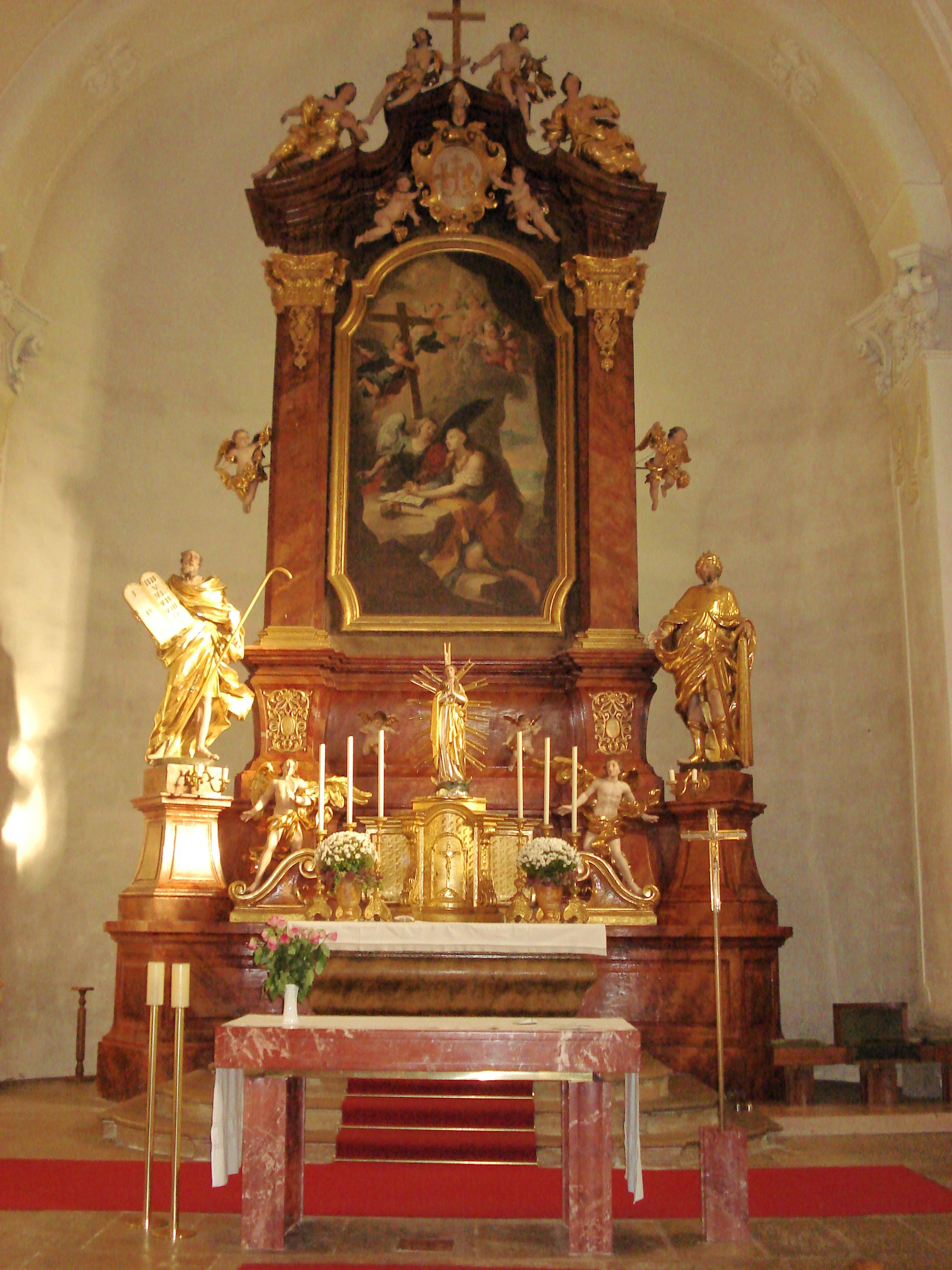
Hochaltar
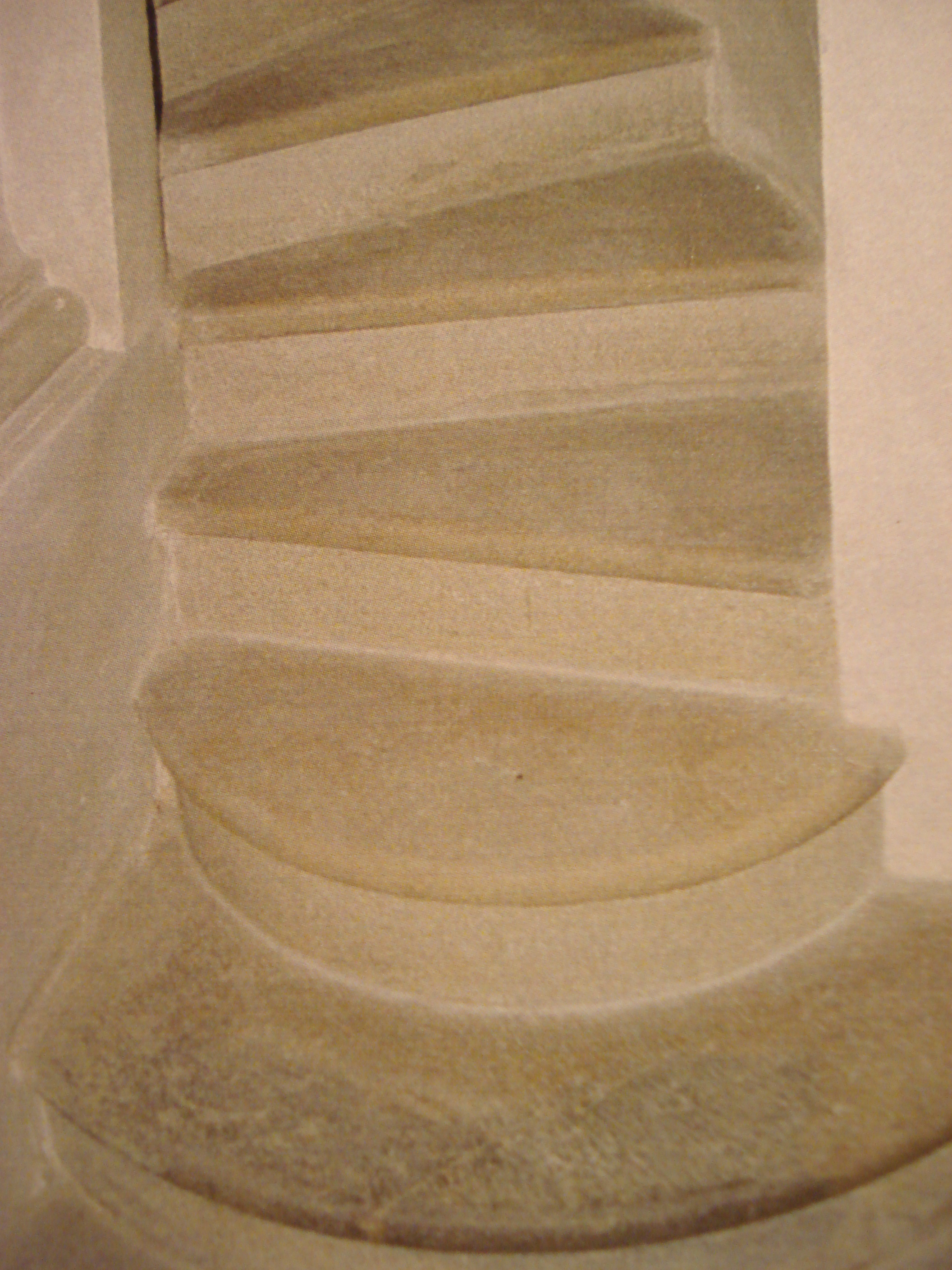
Kleine Stiege zur Kanzel

Abt Robert Leeb ließ ab 1729 nach Plänen des angesehenen Steinmetzmeisters Elias Hügel den Neubau der Magdalenenkirche errichten.
- Die kunstreichen Steinmetzarbeiten wurden von den Meistern Elias Hügel aus dem Heiligenkreuzer Steinbruch und Jacob Grämäschi aus Winden ausgeführt. Alle Rechnungen befinden sich im Archiv des Stiftes Heiligenkreuz.[149]
- Am 6. April 1737 wurde von Hügel die Rechnung über den Hochaltar gelegt. Erstlichen den Hochaltharr, nach eingehändigtem Riß, betragt den billigen Werth nach 500 fl. … Wiederum hat ein Steinmetzgeselle bey Aufsetzung des Hochaltharr 14 Tag gearbeith, des Tages 30 kr … 7 fl.
- Ein Kunstwerk aus Kaiserstein, Windener- und Breitenbrunner Kalksandstein.

## Kaiserstein für Kaiser Karl VI., für die Balkone seiner Hofkammer

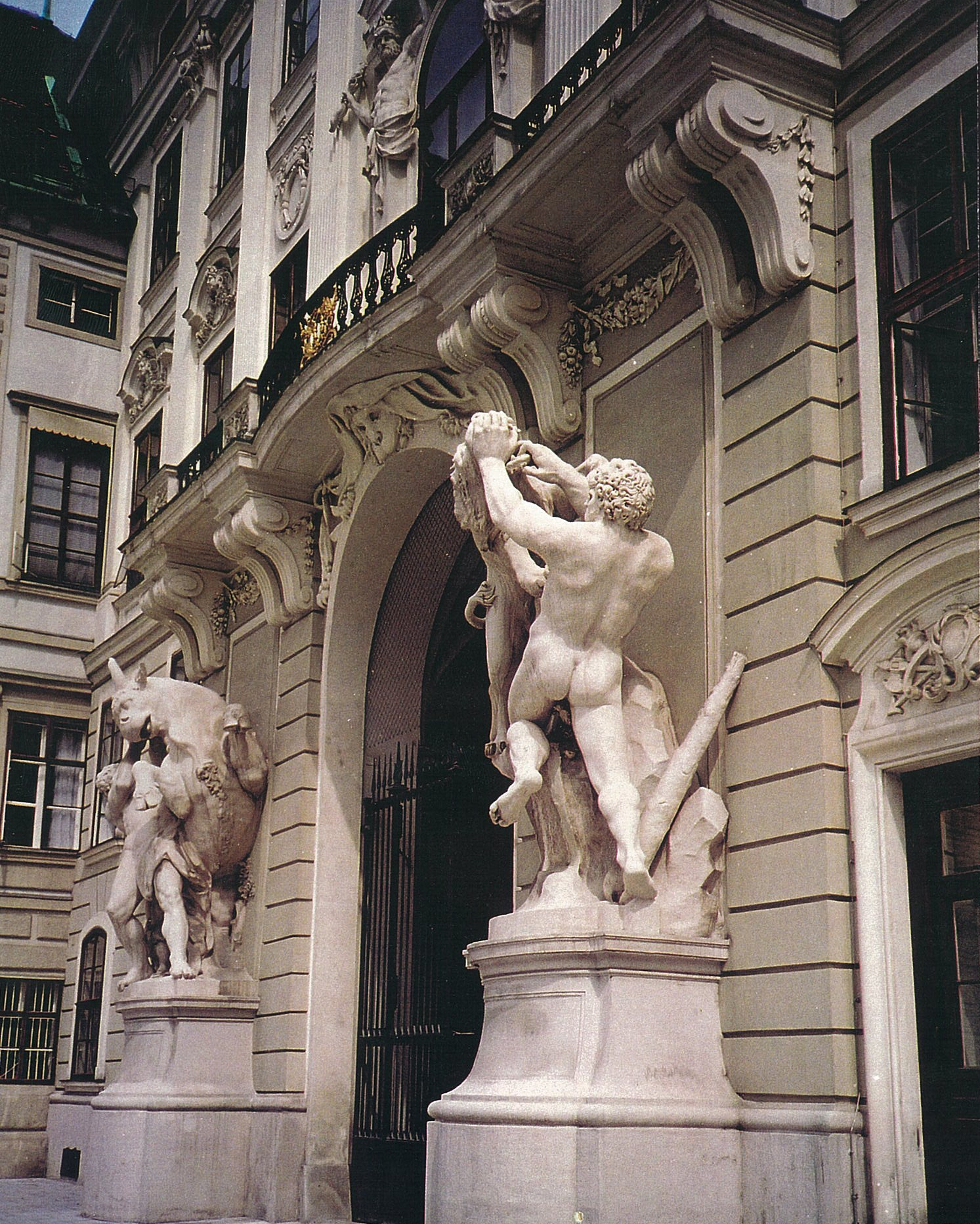
Linker Balkon

Diese wurde 1723–1730 von Johann Lucas von Hildebrandt, unter Reichsvizekanzler Friedrich Karl von Schönborn-Buchheim errichtet. Das Gebäude beherbergte die Amtsräume des Reichsvizekanzlers, des tatsächlichen „Premierministers“ des Heiligen Römischen Reiches.
- Dem Elias Hügel, Steinmetzmeister im Kayserl. Steinbruch, vor die zwey Balcon bei der Kayserl. Hofkammer ist accordiert (vereinbart) á 645 fl, betragen beyde 1.290 fl.

(insgesamt 3 Balkone beim Reichskanzleitrakt)

## Kaiserstein (Schotter) für Haupt-Landesstraßen, z. B. über Bruck an der Leitha bis Schwadorf
1731 Geforderter Straßenbericht von Graf Johann Ferdinand von Pergen (1684–1766), k. k. Geheimer Rat, Vizepräsident der Regierung für Niederösterreich in Justizsachen in Wien.
Hochlöbliche niederösterreichische in Weg-Sachen Herrn Herrn Verordnete
Daß ich auf meinem anvertrauten Viertel unter dem Wienerwald auf denen Haupt- Landt- und Poststraßen, und zwar an jenen Orten, wo sich der übelste Weg befindet, die Reparation vornehmen, selbe in guten Standt setzen und erhalten werden sollte … auch wieviel Clafter sich ein jeder üble Weg erstrecke. Ob an dergleichen Orten der erforderliche Schotter vorhanden, oder aber von fremden Orten, wie weit und woher beizuschaffen und die anfallenden Kosten.
In meinem Viertel 4 Post- und 2 Hauptlandstrassen, die Preßburger, Hochauer, Purkersdorfer und Steyrische Poststrassen, dann die Brucker und Prellenkirchner Landstrassen.
Auf der Preßburger Strassen werden die Herrn ersehen, wieviel Clafter bereits gearbeitet worden und was noch zu reparieren, auch mit Schotter von der Ungarischen Grenze an bis an den Markt Fischamend.
Die täglich vielfältig passierende üble Haupt-Landstrassen über Bruck an der Leitha, bis an die über dem Viehbach unweit Schwadorf errichtete Brücke nichts als lehmiger Grundt … das beschwerliche ist, dass 2 Stundt weit nirgends kein Schotter zu finden, noch zu bekommen seye, sondern denselben von Sommerein, vom Kayserlichen Steinbruch, Bruck … mit großen Unkosten zugeführt werden muss.
Es müssen auch 3 Rinnsal über die Strassen gepflastert werden … und entweder im Kaysl. Steinbruch oder zu Bruck über die Leytha, das ist 2 Stundt weit. Die Unkosten sind mir unbewusst, was es sich belaufen werde.

## Kaiserstein für Abt Robert Leeb vom Stift Heiligenkreuz, für Kreuzweg und Stationskapellen
Elias Hügel lieferte von 1731 bis 1748 für den Kreuzweg des Stiftes Türstaffel, Türgewände, Sockelsteine, auch Stufen. Ferdinand Krukenfellner lieferte als Teil der Steinbruchpacht die Beschotterung des Kreuzweges.

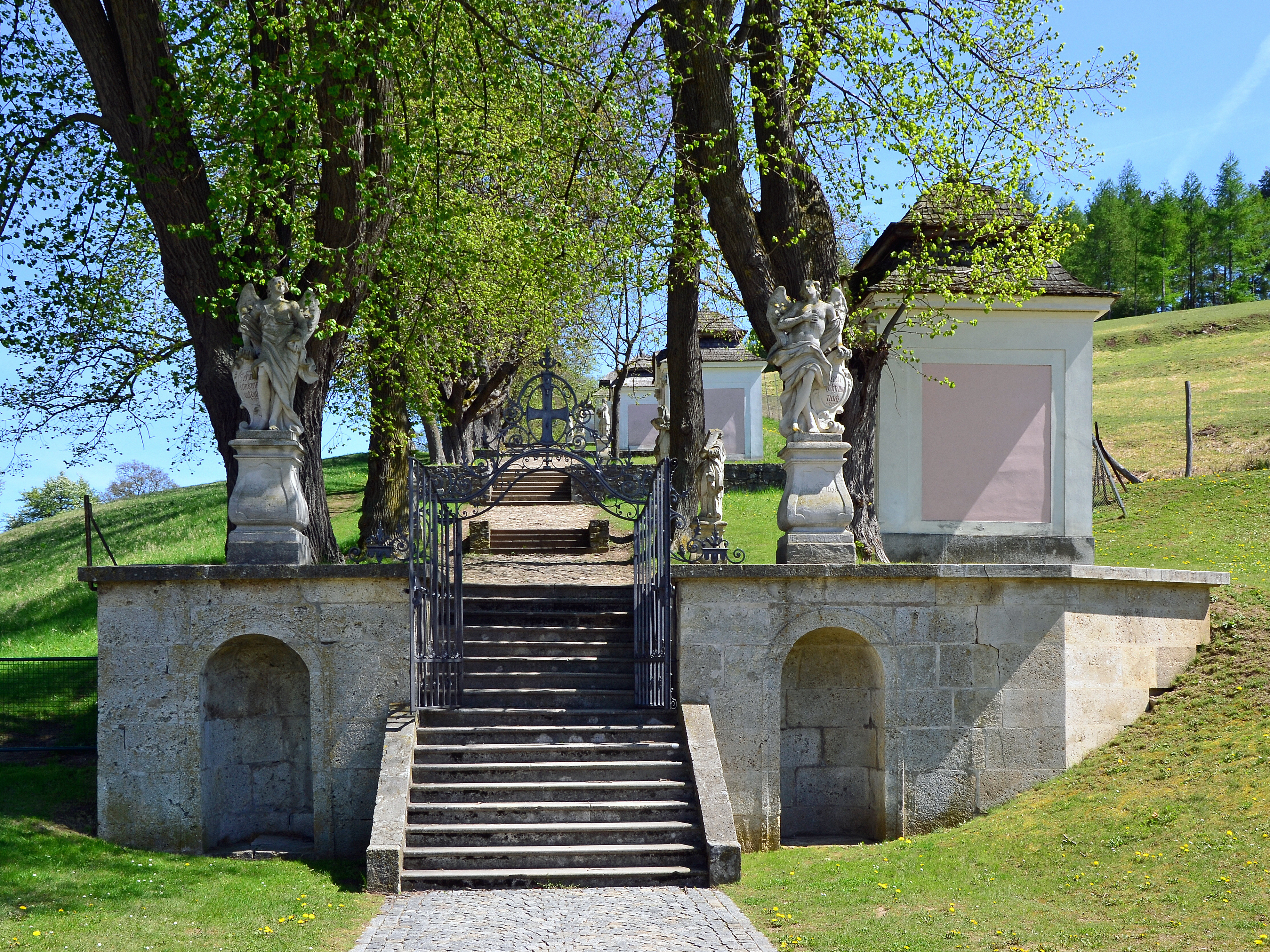
Große Stiege
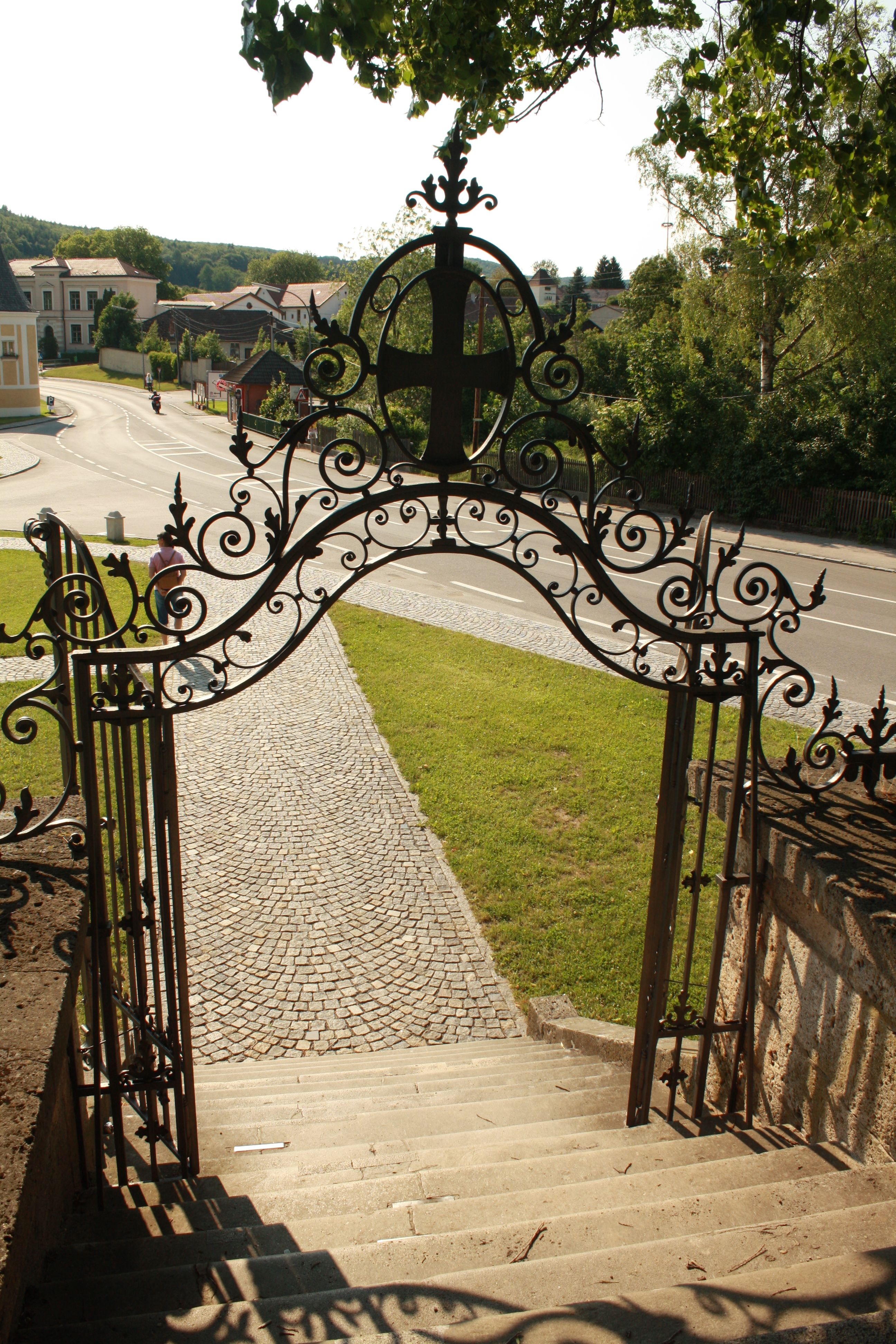
Beginn des Kreuzweges
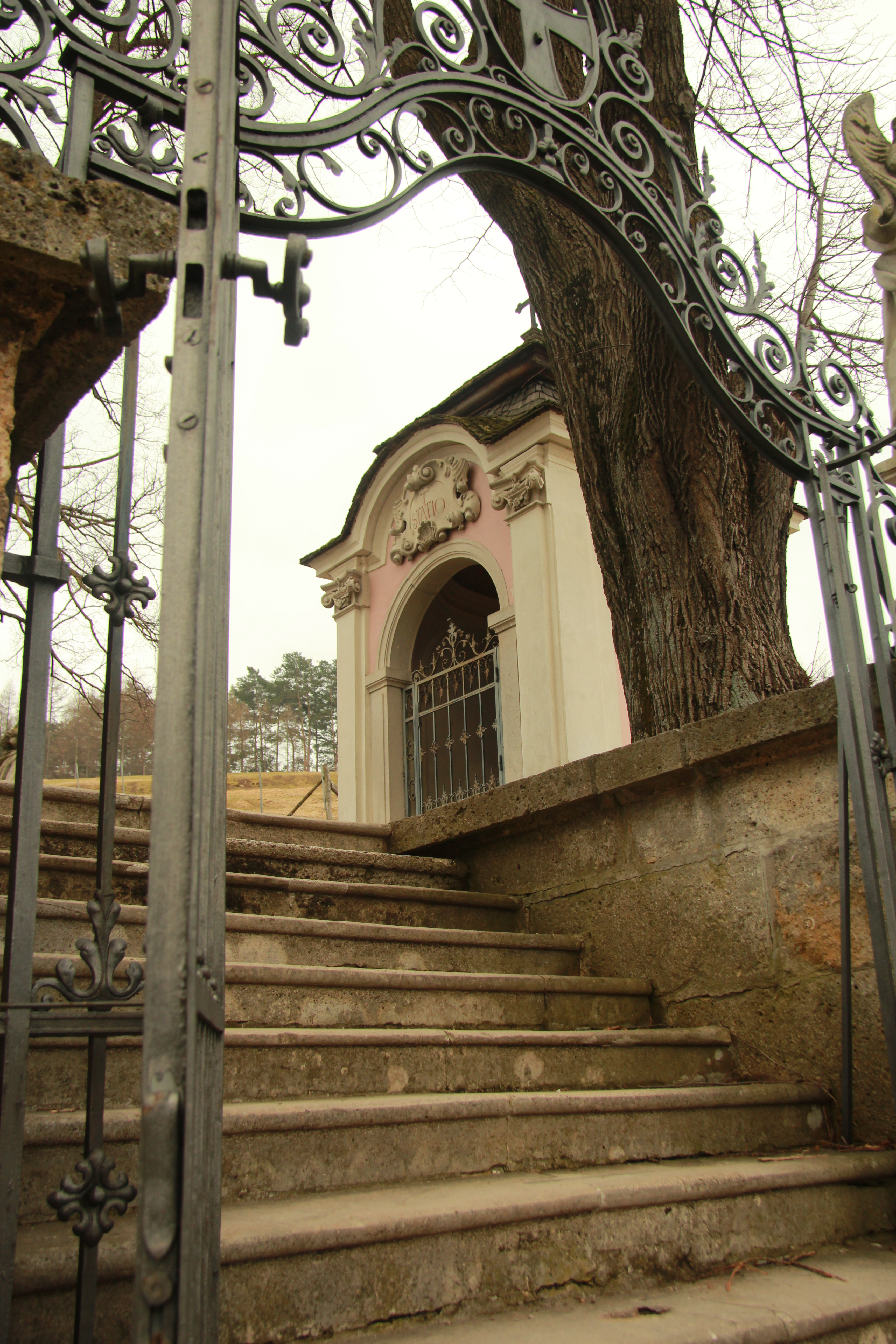
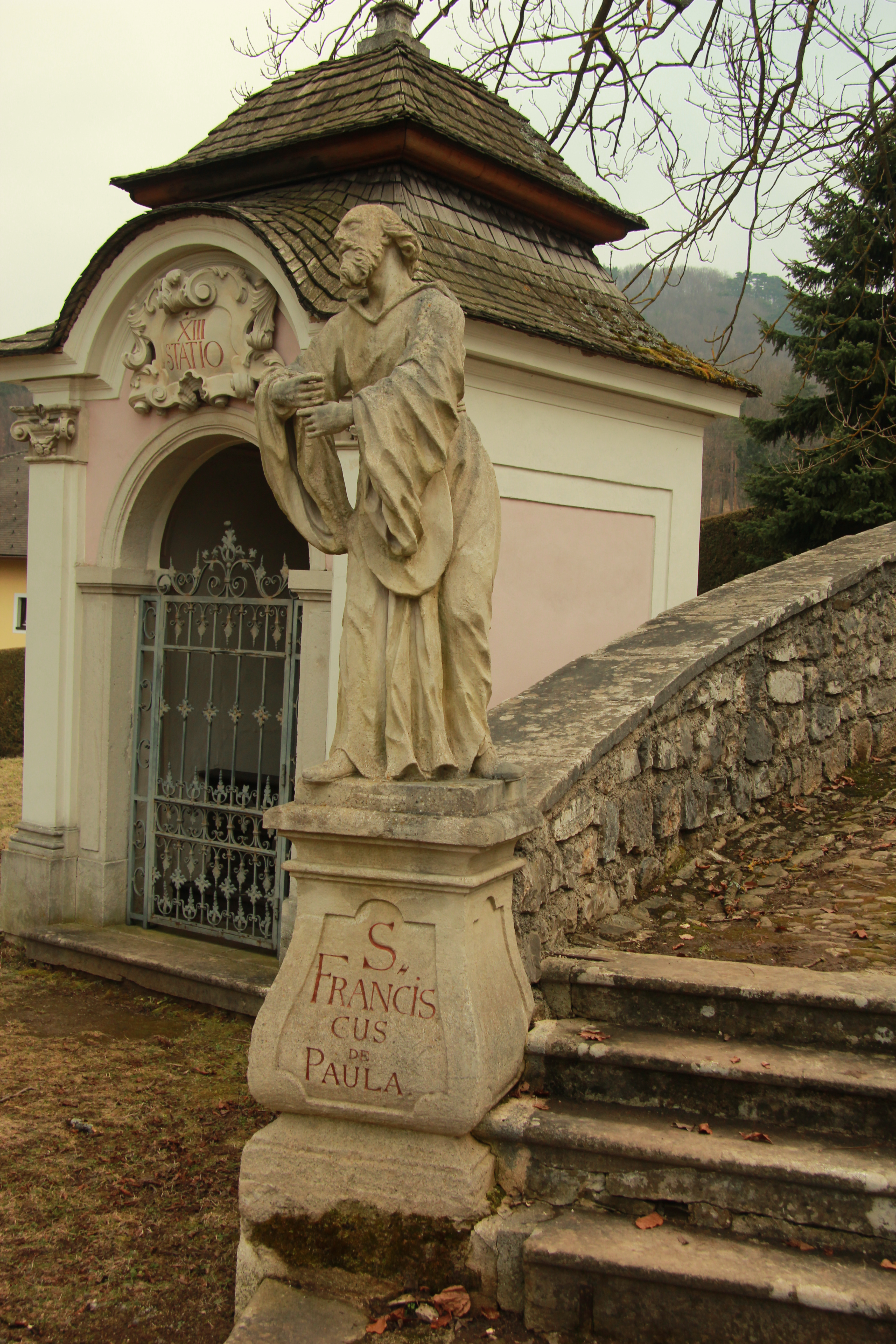
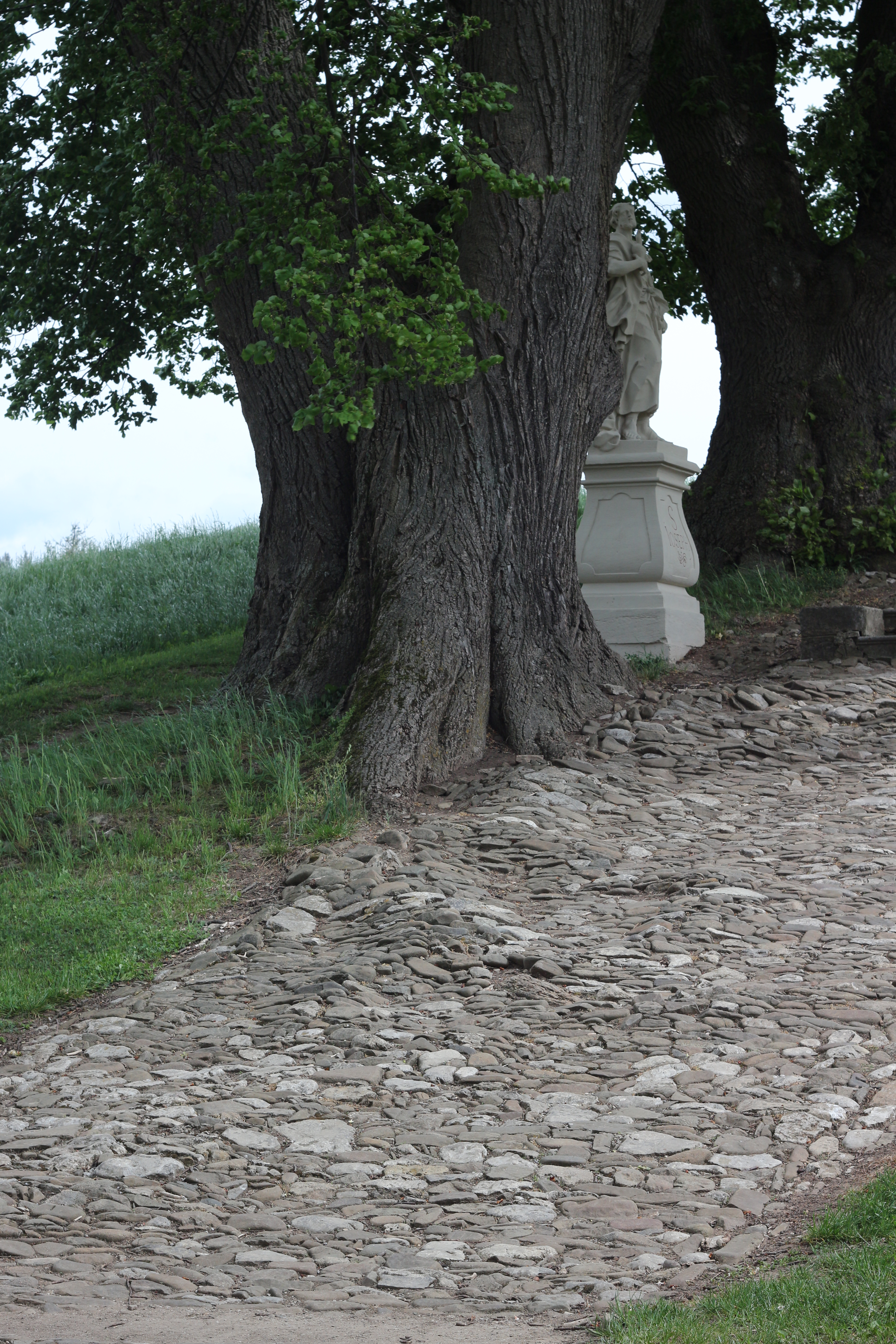
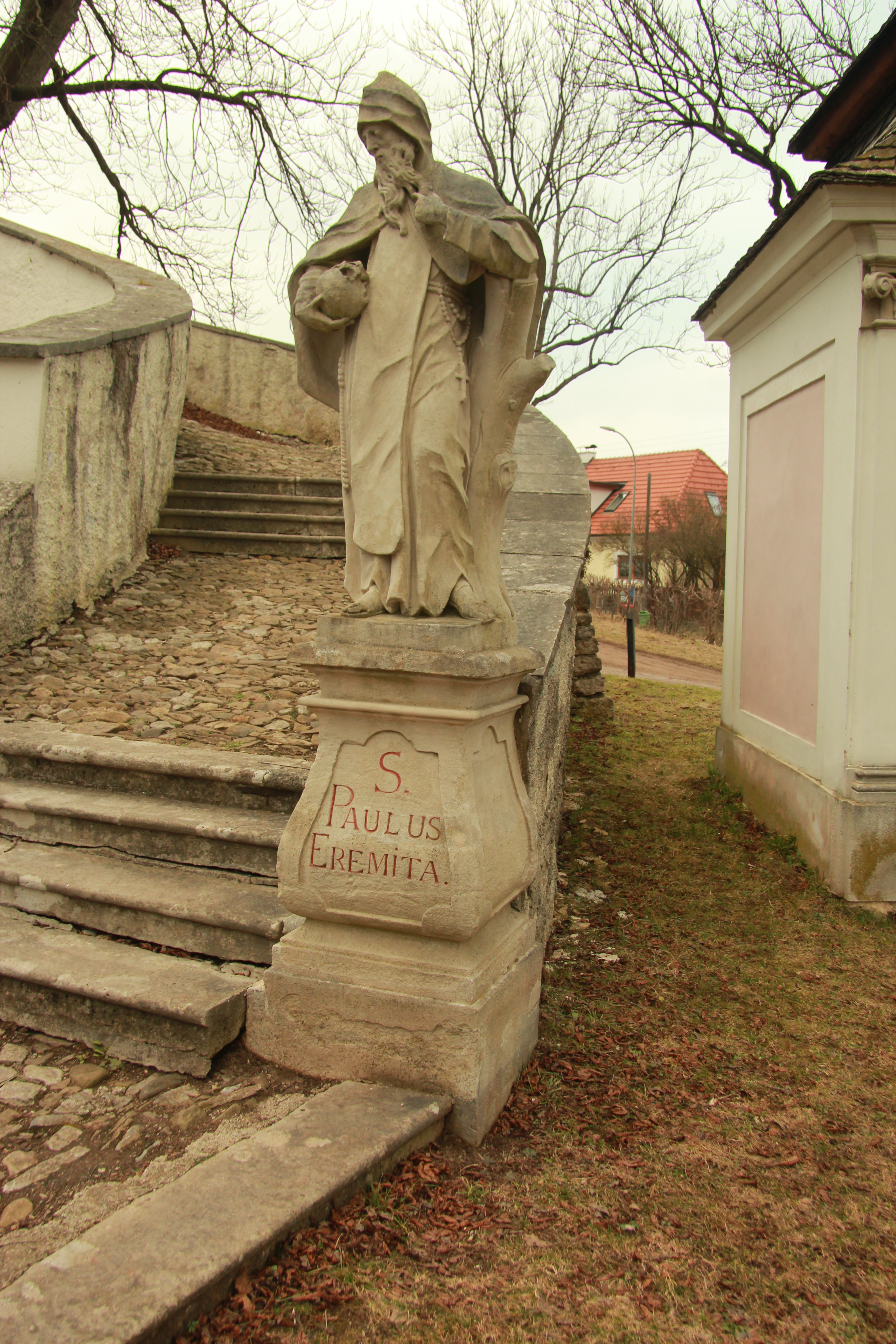
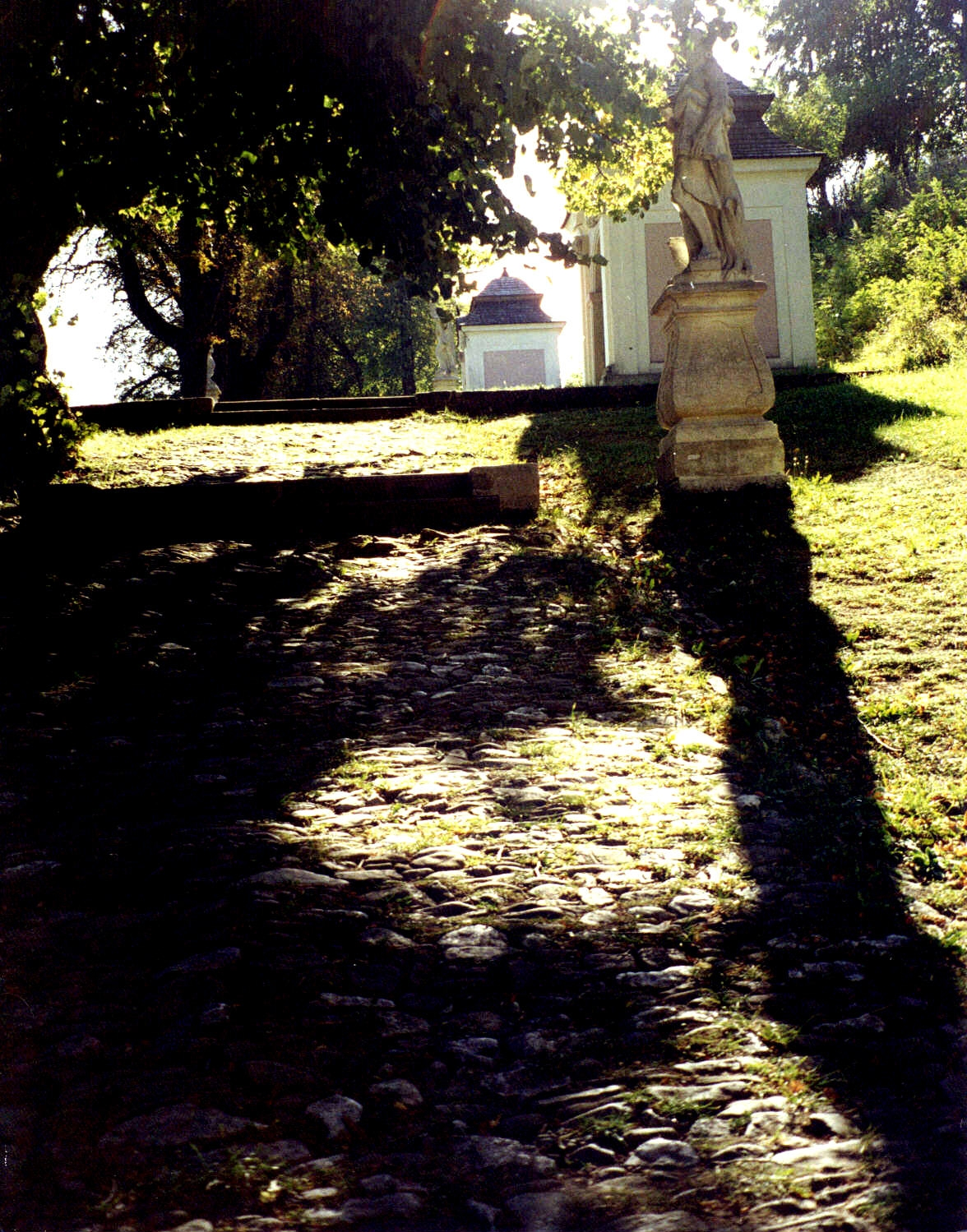
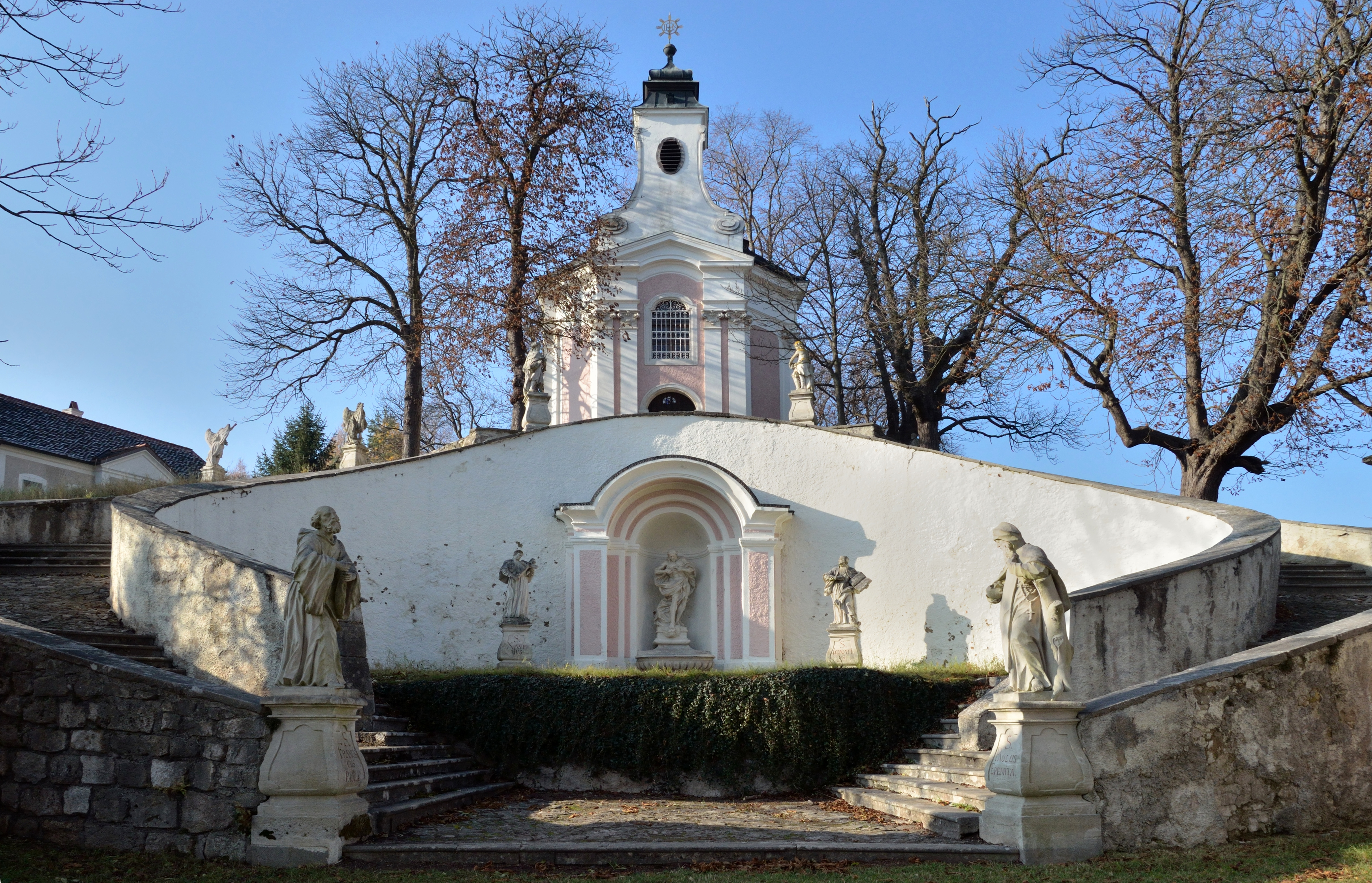
Ende des Prozessionsweges

## Kaiserstein für Hofkammerrat Freiherr Ferdinand Ignaz von Thavonat, das Armen- und Invalidenhaus in Wien, Alsergrund
Durch eine private Stiftung von Hofkammer-Rat Freiherr Ferdinand Ignaz von Thavonat von über 600.000 Gulden für das Armen- und Invalidenhaus in Wien, Alsergrund, erfolgte von 1732 bis 1735 eine Erweiterung um 3 neue Höfe, ausführender Architekt war Franz Anton Pilgram, Schüler von Johann Lucas von Hildebrandt. Steinmetzmeister aus Kaisersteinbruch waren Simon Sasslaber und Franz Trumler.

## Kaiserstein für das Kleine Michaelerhaus

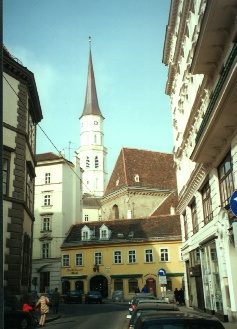
Kleines Michaelerhaus

Auf dieser und der Nachbarparzelle erstreckte sich ursprünglich ein Teil des Michaeler-Freithofs. Auf einem Teil dieses Friedhofs entstand 1732/33 ein den Barnabiten gehöriges Mietshaus.
1749 befand sich hier, anstelle eines älteren Wirtshauses das Michaeler Bierhaus.
Durch ein schmiedeeisernes Gitter im Durchgang zum Michaelerplatz abgesichert, ist eine Wendeltreppe mit Kaisersteinstufen.

## Kaiserstein für das Allgemeine Krankenhaus, für eine große Stiege
1686 begann die Geschichte des Wiener Allgemeinen Krankenhauses. 1693 ordnete Kaiser Leopold I. die Errichtung des Großarmen- und Invalidenhauses an.

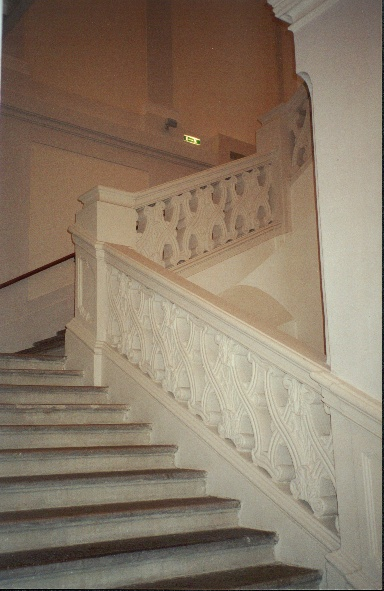
Barocke Prunktreppe
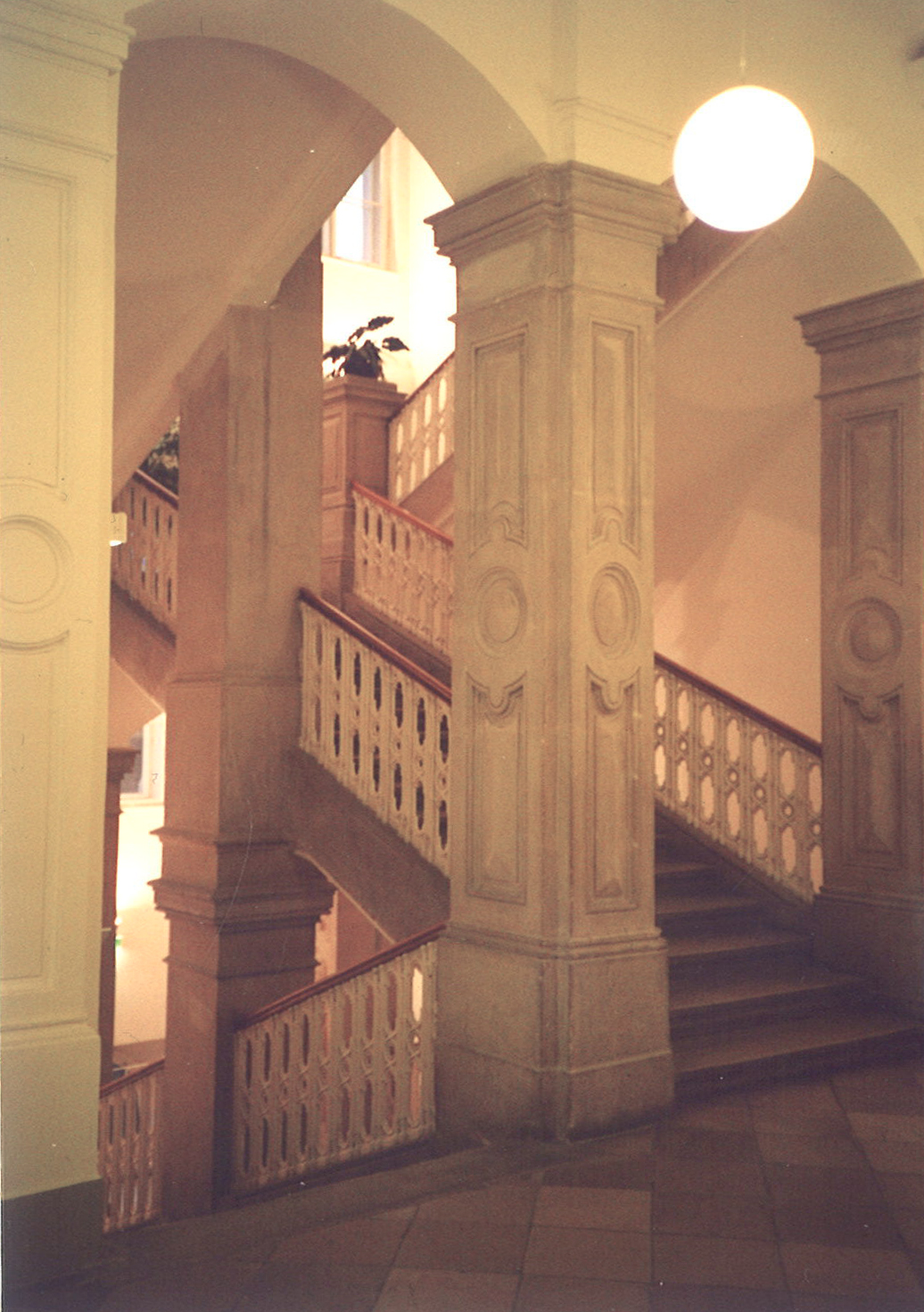
Treppe Gesamtsicht

1733 erweiterte Kaiser Karl VI. die bestehende Anlage nach Plänen von Franz Anton Pilgram und Matthias Gerl. Steinmetzaufträge in Kaisersteinbruch erhielten die Steinmetzmeister Franz Trumler und Simon Sasslaber 1735–1738.
Sie errichteten eine dreiläufige barocke Prunktreppe mit langen Stufen von hartem, hellem Kaiserstein.

## Steinbruchpächter im kaysl. Steinbruch ab 1735
Im „Dienstbuch der Herrschaft Königshof“ ab 1735, über die Zwischenzeit 1710 bis 1735 wurden keine Unterlagen gefunden. In diesen Jahren haben die Pächter meist gewechselt.
Anastasia Sasslaberin, eine Tochter von Ambrosius Ferrethi, ist mit 2 Steinbrüchen angeschrieben.
Simon Sasslaber, ihr Gatte mit 1 Steinbruch
Elias Hügel, seit 1722 Richteramt, 3 Steinbrüche
Franz Trumler 1 Steinbruch
Johann Paul Schilck 1 Steinbruch
Joseph Winkler 2 Steinbrüche
Johann Baptist Regondi (Sohn von Sebastian Regondi) 1 Steinbruch
Maria Regina Sünnin, geb. Trumler 1 Steinbruch
Die Gesamtzahl ergibt zwar 12 Steinbrüche, doch wurden besonders große Brüche halbiert, durch das „Zusammenrücken“ ergaben sich durchaus Konflikte, Themenkreis: Grenzsteine; wohin den Schutt, Abraum abladen; den Zugang freihalten usw.

## Kaiserstein für den „Wiener Neustädter Hof“ in der Sterngasse 3 zu Wien
Der Name dieses Hauses, mit frühbarocker Fassade und dorischem Portal, leitet sich von der Zisterzienserabtei Neukloster in Wiener Neustadt ab, dem es früher gehörte. In dem Gebäude befand sich die stadtbekannte Schenke des Klosters, der Neustädter Keller. Das Haus wir erstmals 1467 urkundlich erwähnt.

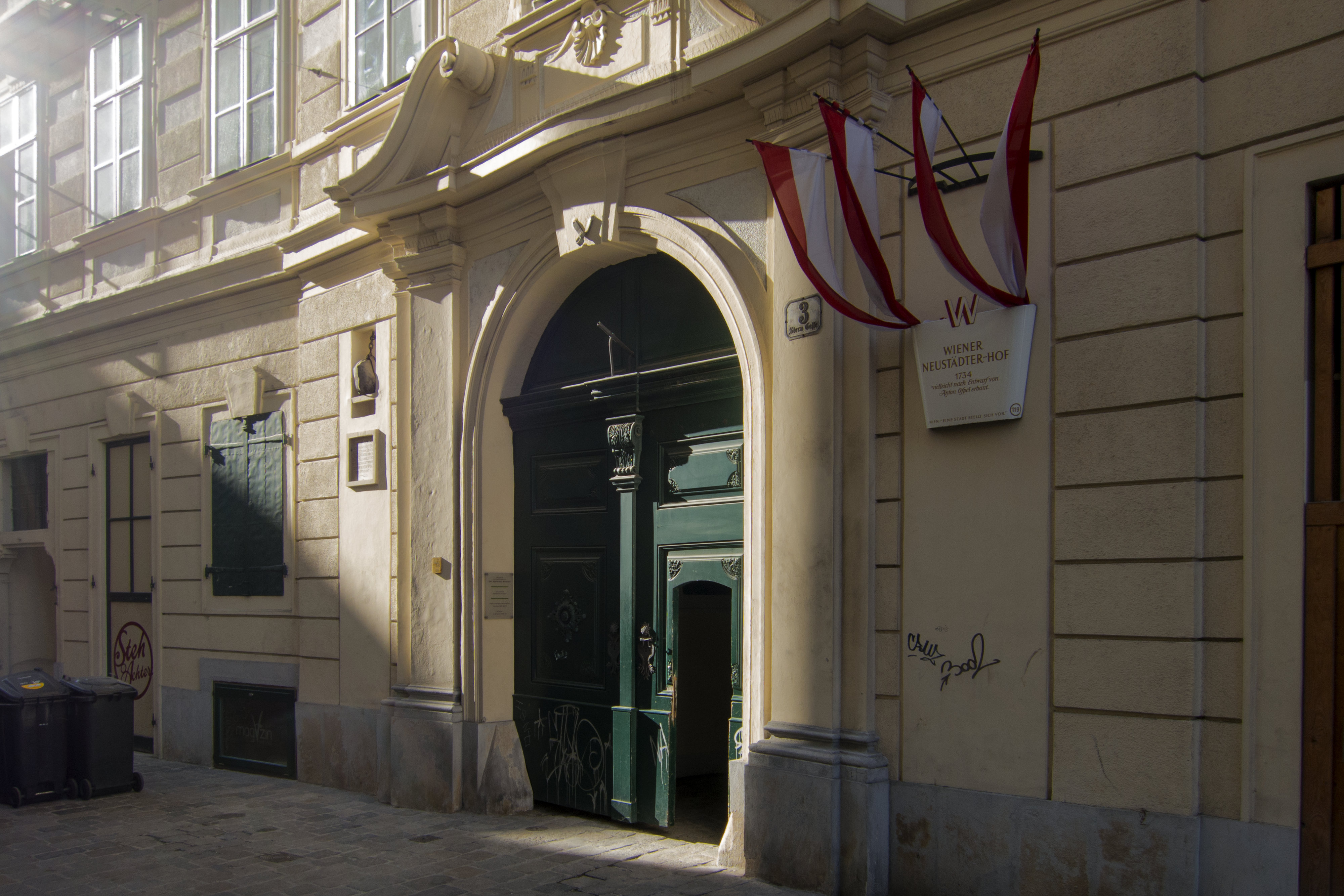
Sterngasse 3
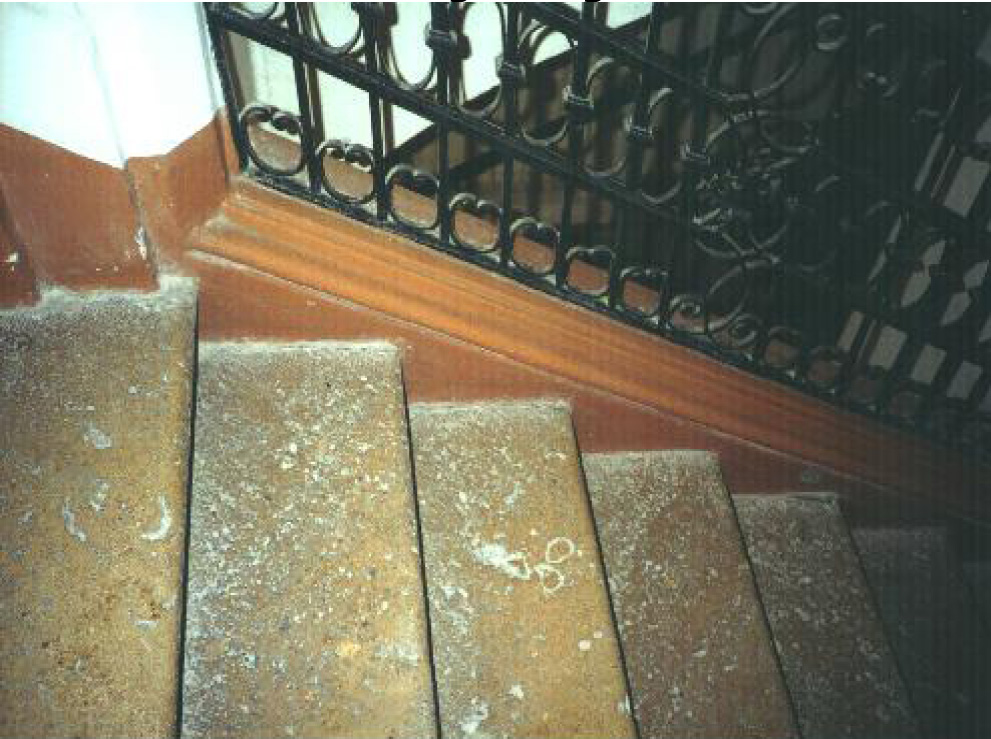
Kaisersteinstiege
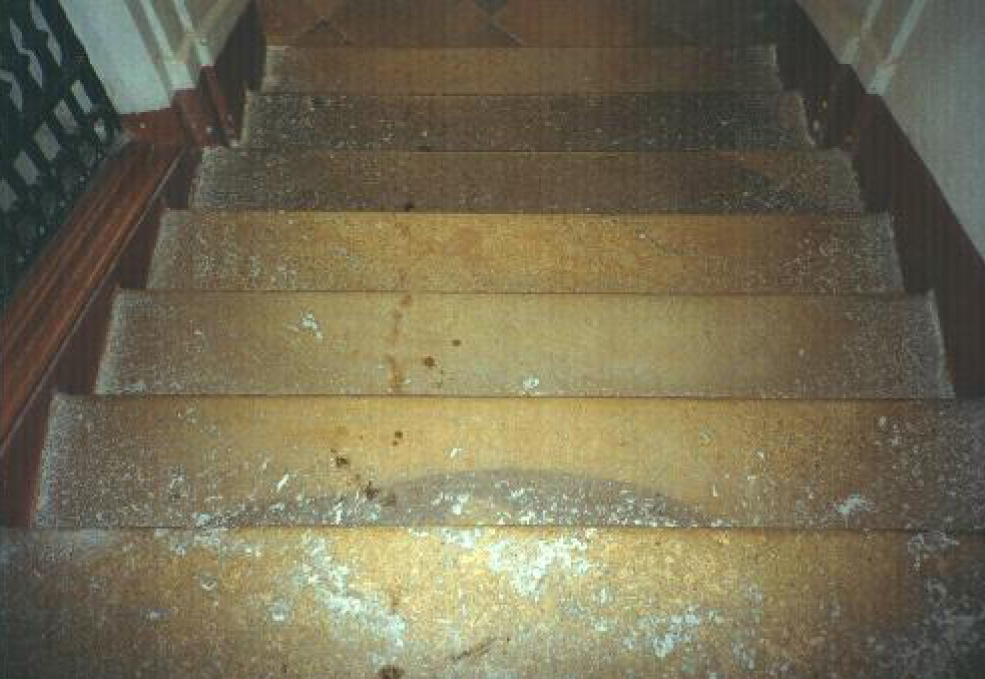

1735–1737 wurde das 1708 von der Zisterzienserabtei Neukloster in Wiener Neustadt gekaufte Gebäude durch den Abt Benedikt Hell von Grund auf erneuert, Architekt war Anton Ospel. 1808 kam der Besitz an das Stift Heiligenkreuz.
Stiegenhaus mit Kaisersteinstufen.

## Kaiserstein für den Wiener Magistrat, einen Schöpfbrunnen auf dem Mehlmarkt

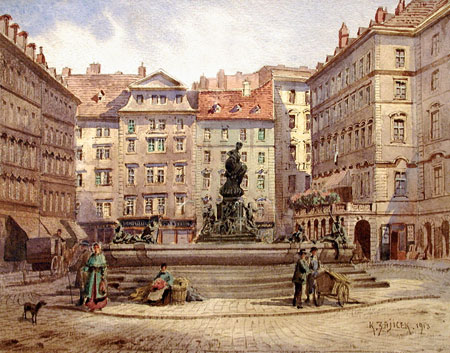
Neuer Markt mit Blick auf den Donnerbrunnen (Carl Wenzel Zajicek, 1913)

1737 gab es diesbezüglich Verhandlungen mit Lorenzo Mattielli, er erklärte sich bereit einen neuen Brunnen in Stein um 600 fl zu fertigen. Dieser künstlerische Auftrag erfolgte zum ersten Mal seit dem Mittelalter von Seiten der Stadt. Den Auftrag für den Brunnenbau erhielt, nach einem Wettbewerb mit Mattielli, der 24-jährige Bildhauer und Medailleur Georg Raphael Donner. Den Auftrag für die Steinmetzarbeiten erhielt der bürgerliche Steinmetzmeister zu Wien Johann Georg Sebastian Knox.
Der Wiener Gemeinderat behandelte am 7. Juli 1871 den schadhaften Zustand. Der vom Stadtbauamt vorgelegte Kostenvoranschlag basiert vor allem auf Wöllersdorfer Stein, denn derselbe kommt billiger als jeder andere. Das Becken ist ebenfalls neu aus Stein … aus Granit. Die Sohlenplatten im Bassin sind mit Stein zu ersetzen und dazu härtester Kaiserstein zu verwenden.

### Otto Wagners Gutachten
1913 bestand die Gefahr, dass der Donnerbrunnen dem Verkehr geopfert und auf einen anderen Platz, etwa den Lueger-Platz, verbannt würde. Dazu das Gutachten von Otto Wagner. … die Wasserweiber schöpften mit ihren Bitteln in die Eisenreifen versehenen Butten, welche am Brunnenrand aufgestellt wurde, um die Anrainer damit zu versehen, wodurch der Brunnenrand arg beschädigt wurde. Der Gemeinderat beschloss daher, den Brunnen völlig neu herzustellen. Der entzückende Ton des Bleis, der ursprünglichen Plastik musste der minderschönen aber haltbaren Bronze und das aus weißem Kaiserstein ausgeführte Brunnenbecken dem dauernden, leider polierten Granit weichen.
- Das Becken und der Sockel des Brunnens bestehen aus Mauthausener Granit.

## Kaiserstein für die Stiftskirche, die Garnisonkirche „Zum hl. Kreuz“

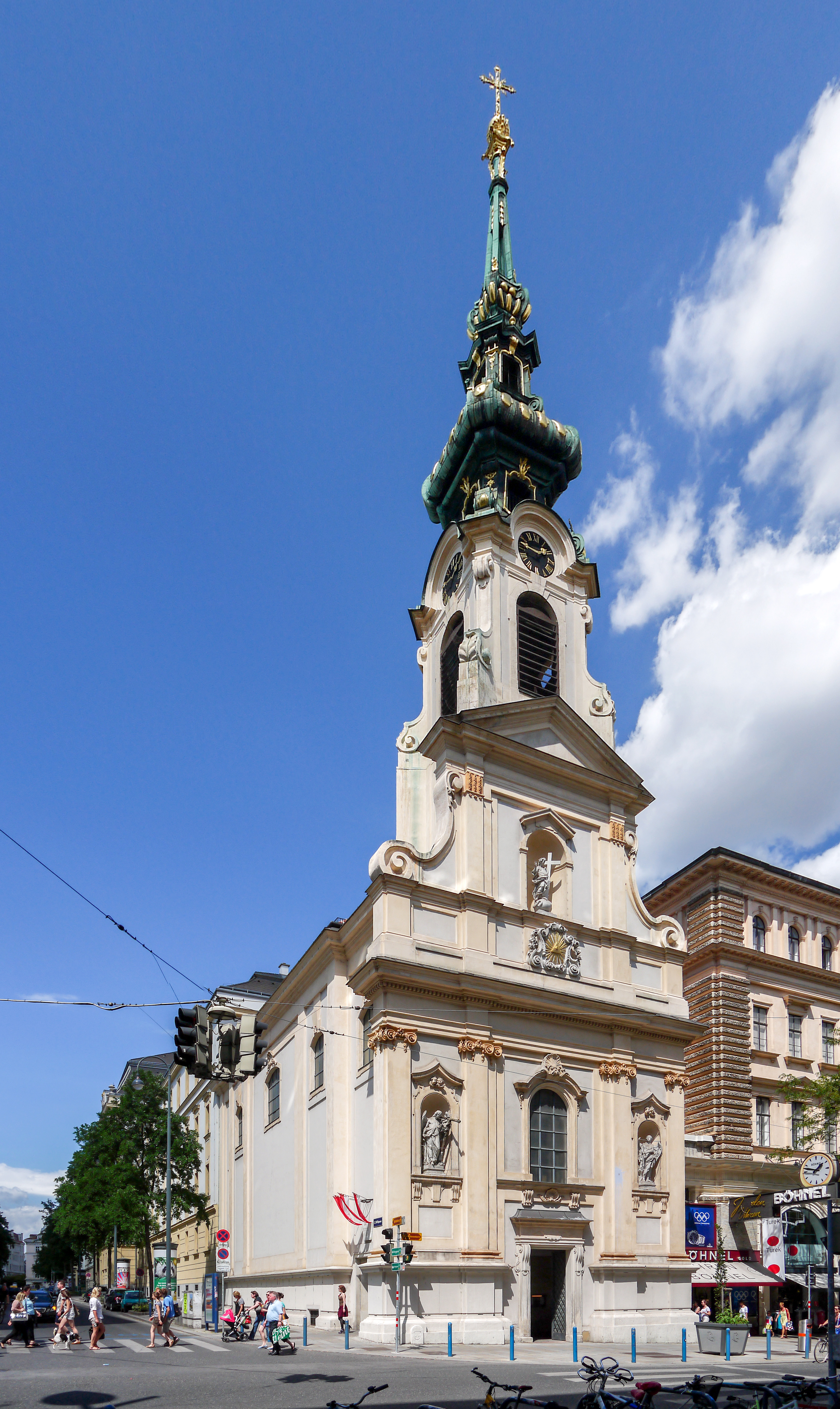
Stiftskirche
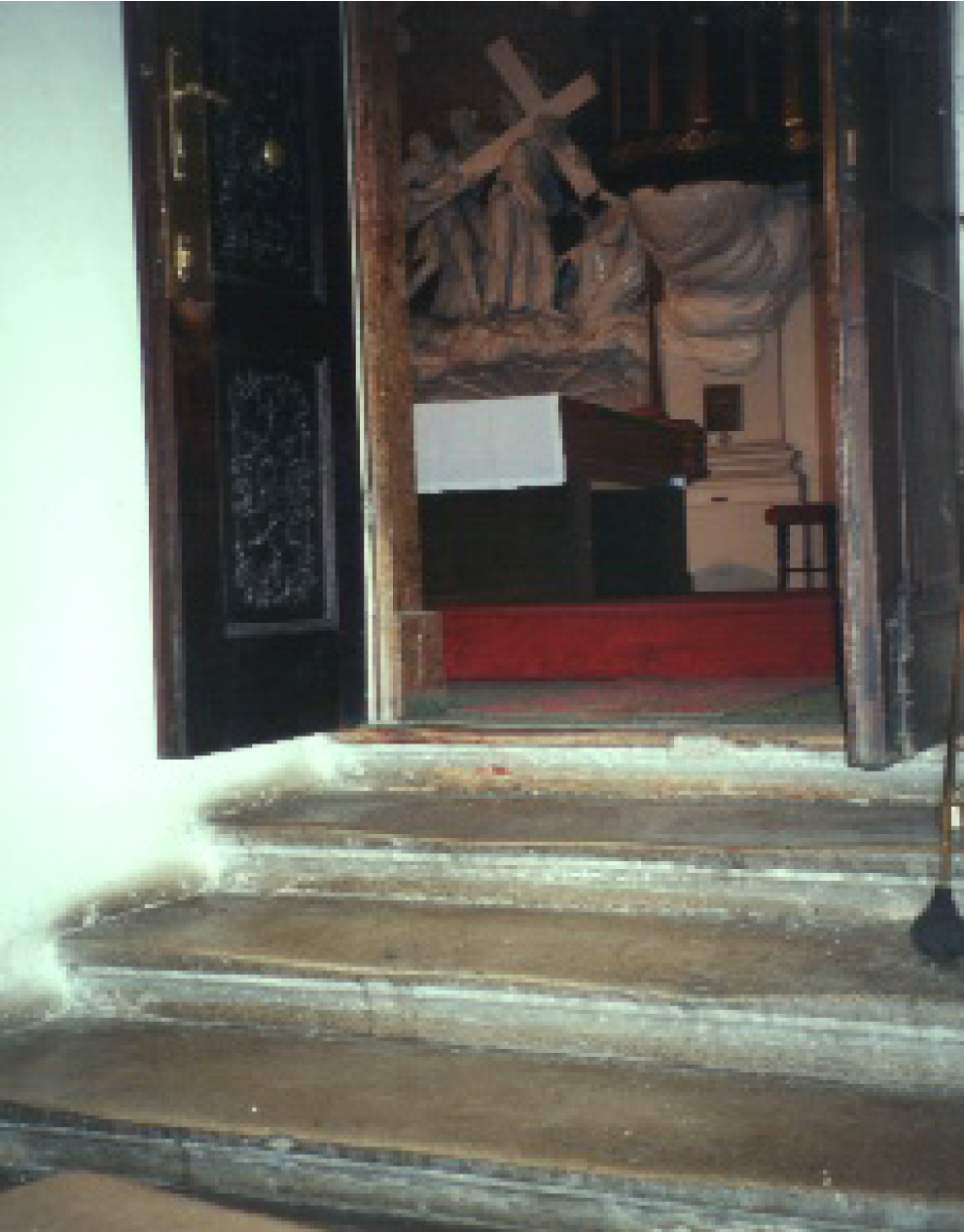
Sakristeistiege zur Kirche

Eine barocke Saalkirche mit Turmfassade zur Mariahilfer Straße. Die Stiftskirche wurde 1739 vermutlich nach Plänen von Joseph Emanuel Fischer von Erlach erbaut. Unter Maria Theresia wurde das Kirchengebäude erweitert. 1772 wurde durch Benedikt Henrici der heutige Turm mit seinem spätbarocken Helm errichtet. Die Kirche diente zwischen 1785 und 1799 als Militärdepot und wurde 1799 wieder geweiht.
Kaiserstein in Form einer kleinen Sakristeistiege zur Kirche und einer Wendeltreppe zur Empore.

## Kaiserstein für das Palais Lamberg, um 1740 im Volksmund das „Kaiserhaus“
Graf Carl Joseph Lamberg-Sprinzenstein ließ das vorhandene Palais 1730 nach Plänen von Joseph Emanuel Fischer von Erlach erneuern.

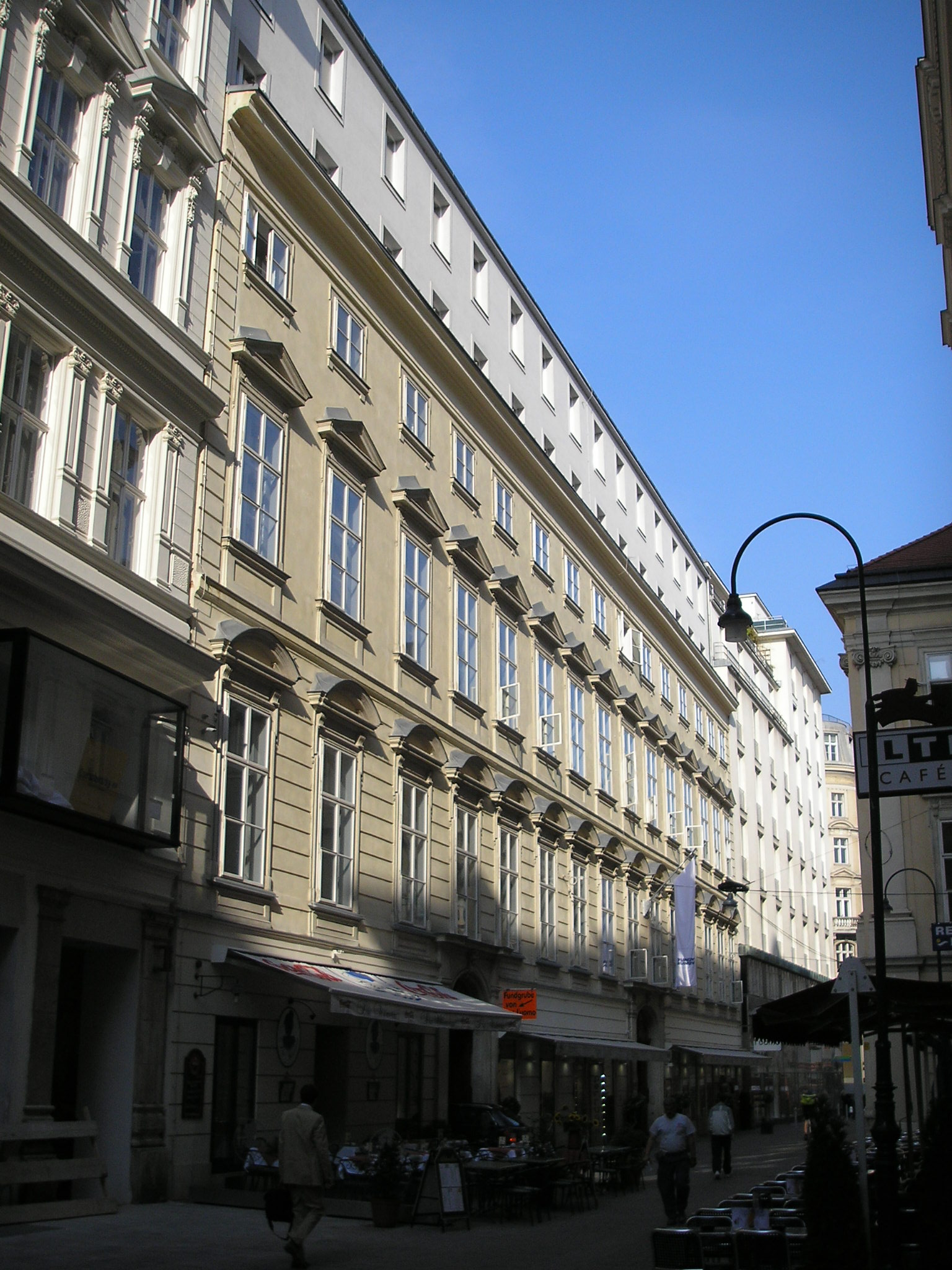
Pal. Lamberg Wien
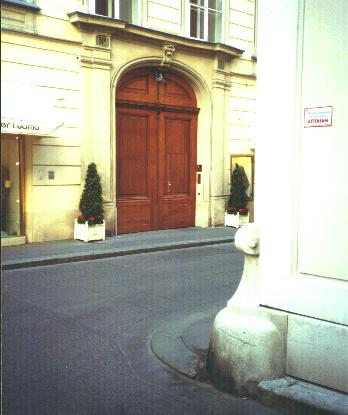
Portal
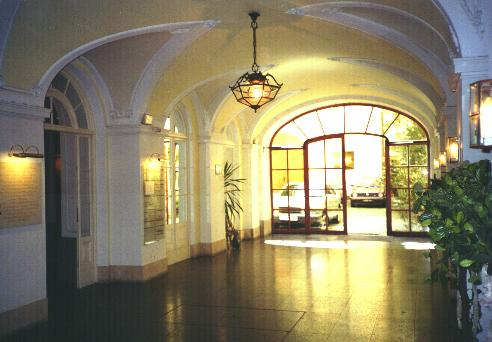
Foyer
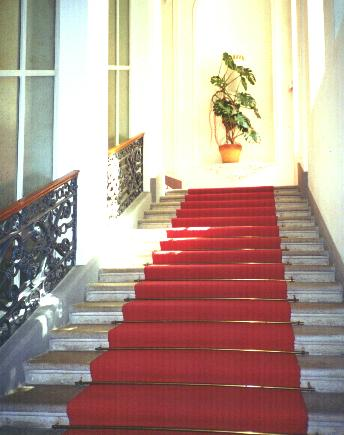
Treppenhaus
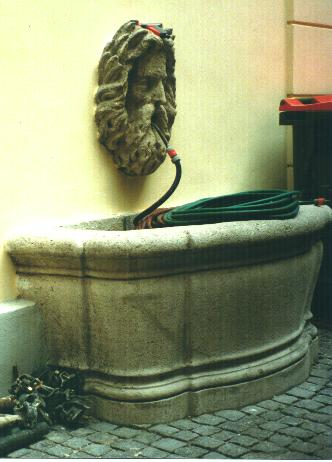
Hofbrunnen

Im Jahre 1740 trennte sich schließlich die Familie Lamberg von ihrem Palais. Neuer Eigentümer wurde Franz I. Stephan von Lothringen, der Gemahl der Kaiserin Maria Theresia.
Weil es eine Zeit lang von Kaiser Franz Stephan von Lothringen für geschäftliche Zwecke benützt wurde, ist es auch als Kaiserhaus bekannt.
- Meister Wolfgang Steinböck lieferte Steinmetzarbeiten aus dem Eggenburger Bildhauerstein, aus dem harten Kaisersteinbrucher Kaiserstein entstanden das Portal, die Stufensteine für die große Hauptstiege, eine Schneckenstiege, im Innenhof das Becken eines Wandbrunnens mit einem das Wasser ausspeienden Poseidon-Kopf aus Grobsandstein von Bad Fischau.[156]

## Kaiserstein für Steinmetzmeister Elias Hügel, für seinen Kreuzaltar der Kaisersteinbrucher Kirche

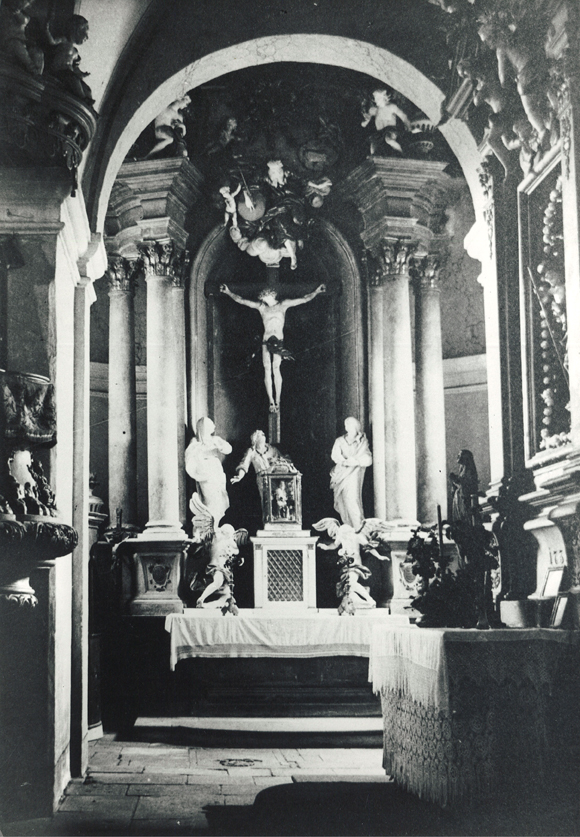
Hügel-Altar historische Abbildung
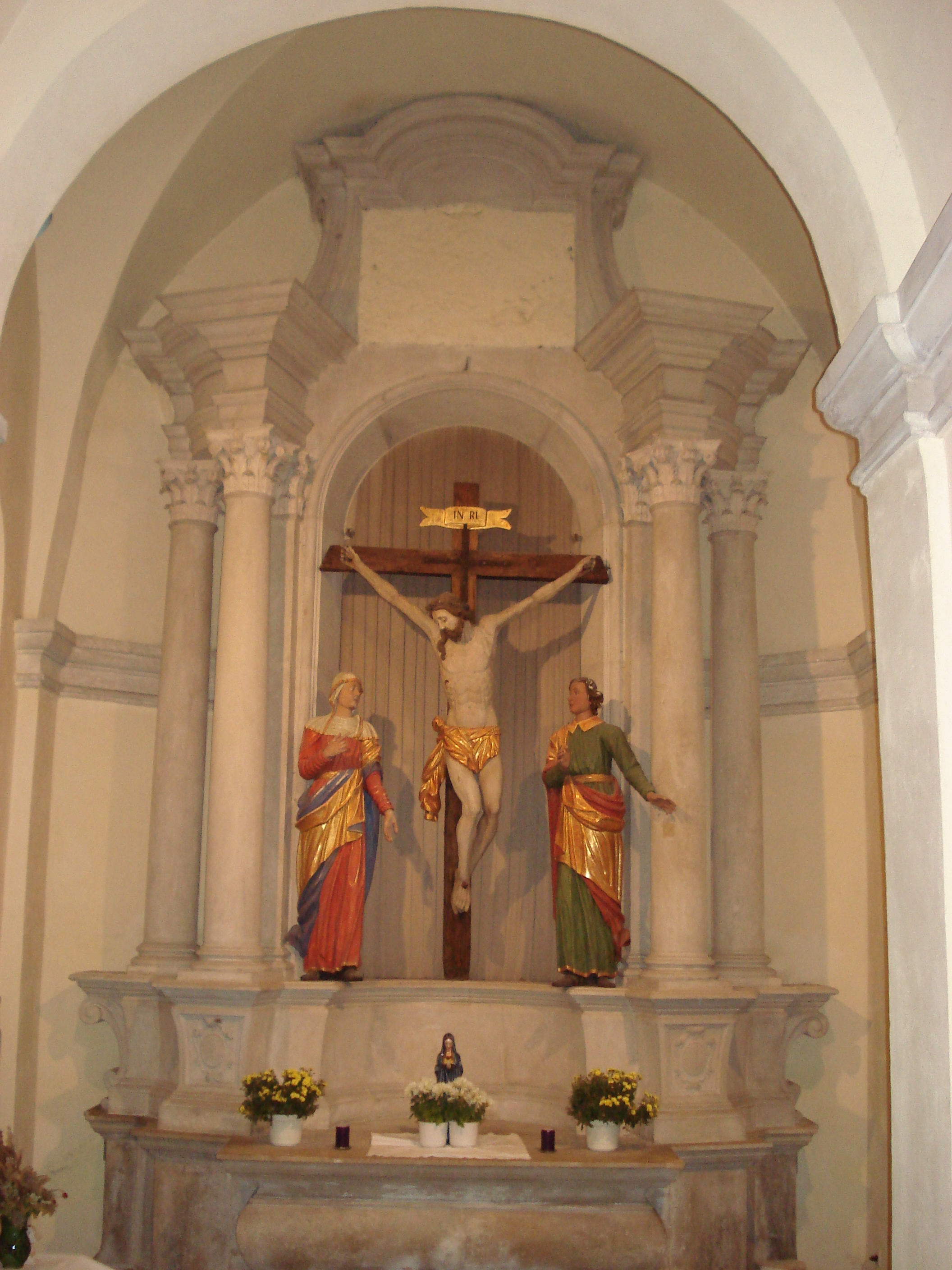
Hügel-Altar heute

Die Seitenkapelle wurde 1738 erbaut als Hügels Grabkapelle mit Kreuzaltar und seinem Epitaph. Die Lehrerin Editha Senekovitsch schrieb 1925: … der in einer Seitenkapelle sich befindende, alle anderen an Pracht übertreffende Kreuzaltar, sämtliche in wundervoller Harmonie künstlerisch aus Stein gehauen und mit Heiligenstatuen und Engelsfiguren in Weiß-Gold-Technik reich verziert und geschmückt. Sie geben in beredter Sprache den Kunstsinn und auch den Reichtum der Steinmetze zu Beginn des 18. Jahrhunderts kund. Zugleich verkünden sie aber auch das Lob Elias Hügels, des größten Meisters …
- Auch dieser Altar wurde durch die Folgen des Zweiten Weltkrieges all seines Schmuckes beraubt.

## Kaiserstein für das erzbischöfliche Churhaus auf dem Stephansplatz
Hier standen einst die mittelalterliche Bürgerschule (Gedenktafel) und die Bauhütte (Steinhütte) von St. Stephan, in der die Zunft der Steinmetze ihre Lade hatte und wo sie auch ihre Feste feierte. Hier wohnte auch der jeweilige Dombaumeister.

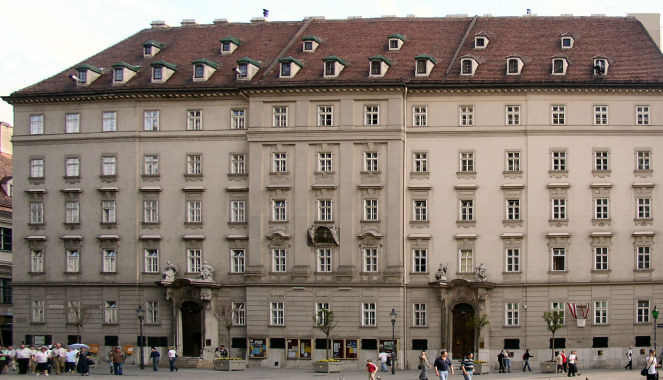
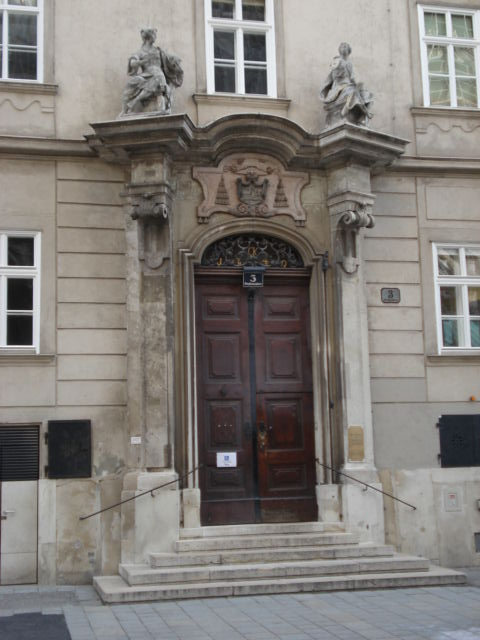
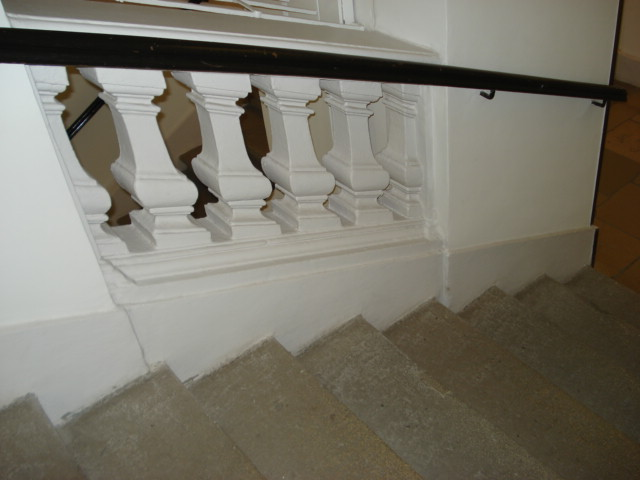
Stiege mit Kaisersteinstufen
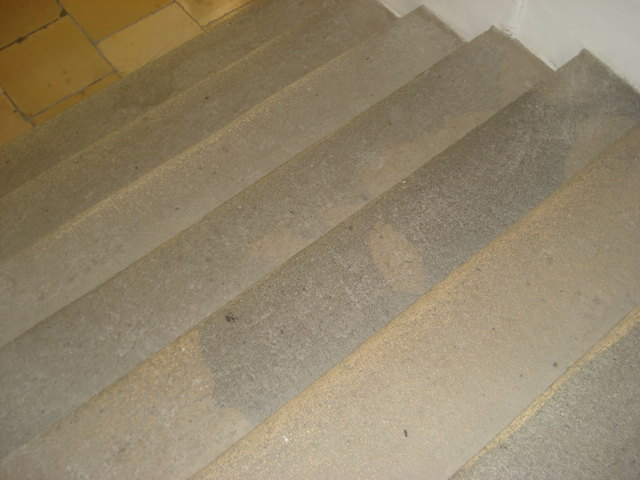
Mit blauen Einsprengungen

Das Churhaus an der Adresse Stephansplatz 3, 3a (Denkmallisteneintrag), gegenüber dem Südportal des Stephansdoms, wurde 1738–1740 nach Entwürfen von Daniel Christoph Dietrich und Johann Gottfried Pock erbaut, und wahrscheinlich von Matthias Franziskus Gerl vollendet. Zwei große Treppen wurden mit Kaisersteinstufen errichtet.

## Kaiserstein für das barocke Bürgerhaus, später „Töpfelhaus“ in der Penzinger Straße

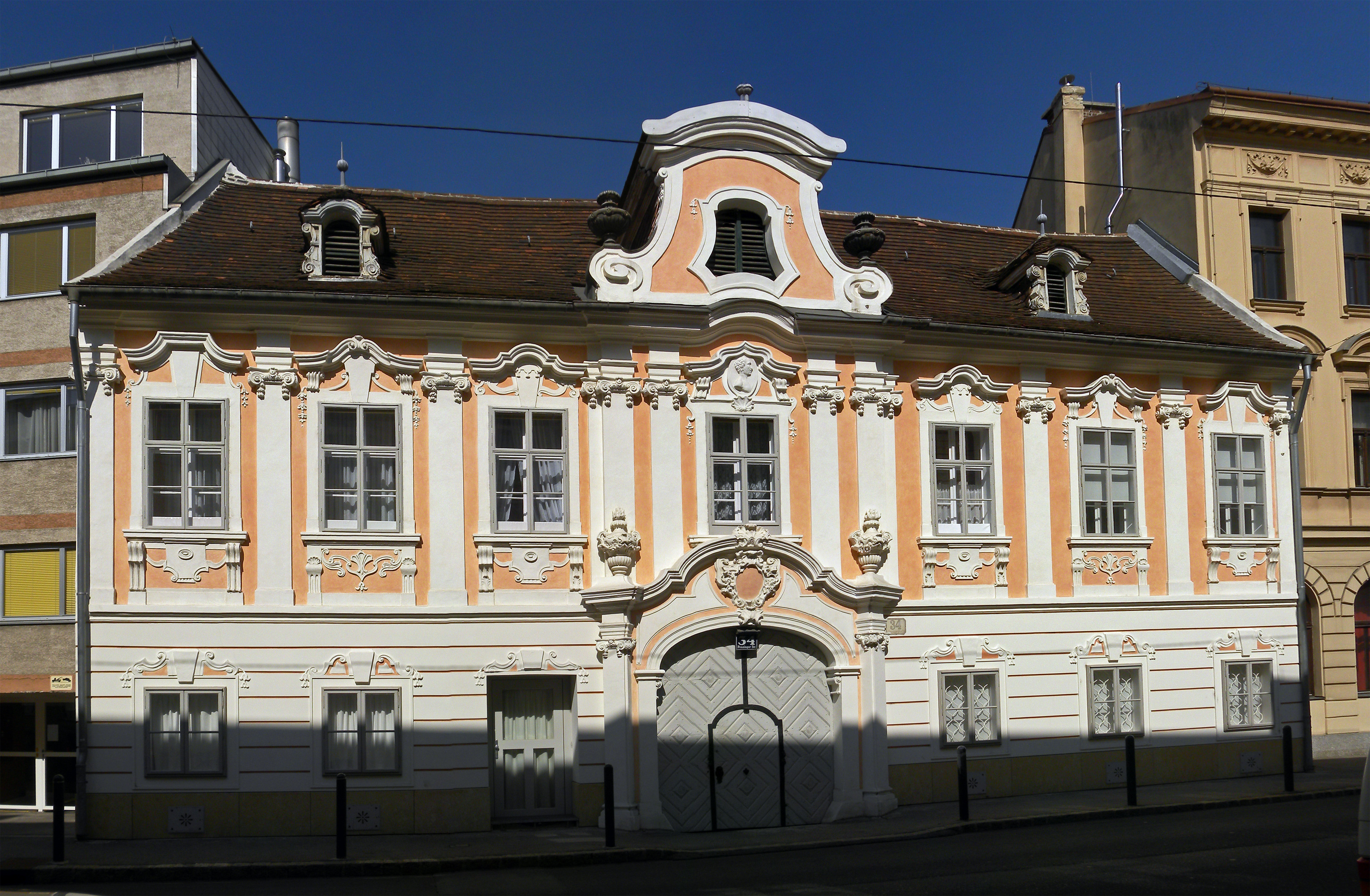
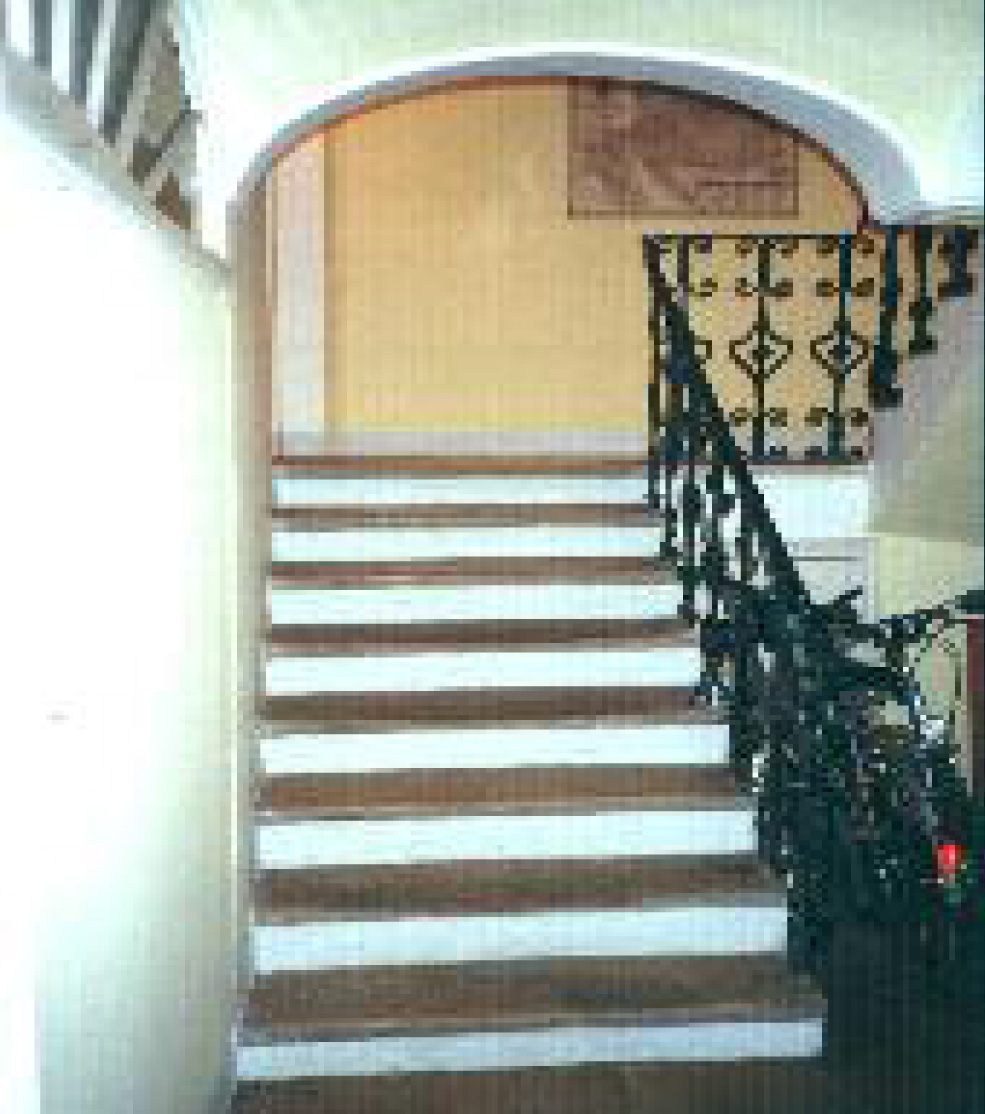
Stiegenhaus mit Kaisersteinstufen
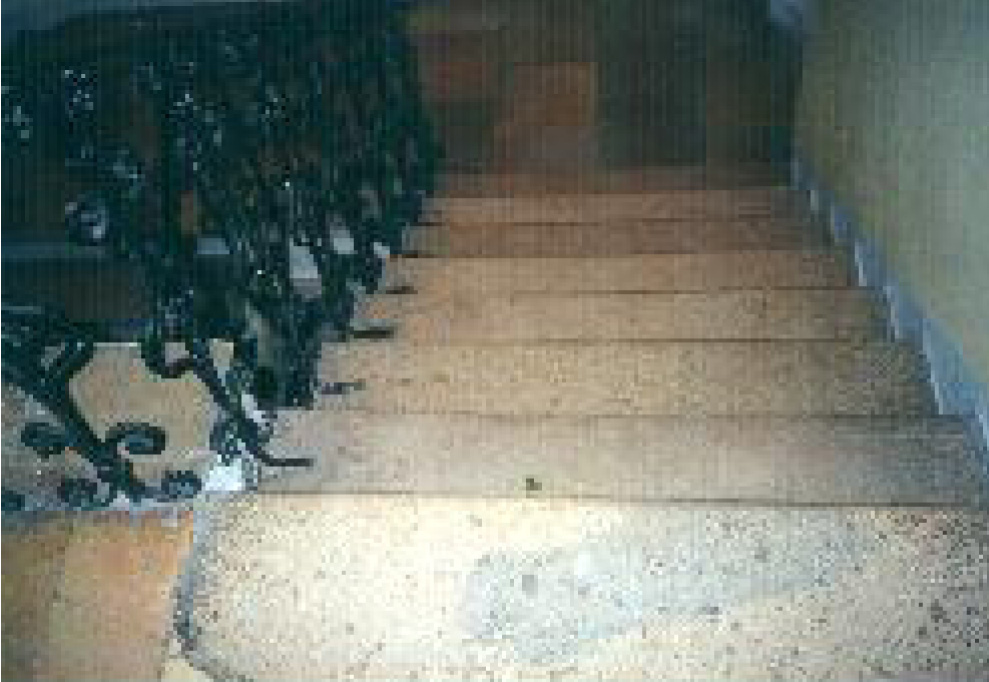
Orig. Schmiedeeisen-Treppengeländer

Das um 1740 erbaute barocke Bürgerhaus, dessen stilistischer Ausdruck an Johann Lucas von Hildebrandt erinnert, erwarb 1842 der Penzinger Bürgermeister Alexander Matthias Töpfel. Das zweigeschoßige Gebäude hat eine reich gestaltete Fassade, das Korbbogenportal ist in einen seichten Mittelrisalit eingelassen und trägt Vasenaufsätze; im Sturzfeld des darüber gelegenen Mittelfensters befindet sich eine Reliefbüste. Oberhalb ist im Dachbereich ein von Voluten eingerahmtes Dachhäuschen angeordnet.
Die Stufen zweier gegenüberliegenden Stiegen sind aus Kaiserstein mit den besonderen Merkmalen.

## Kaiserstein für die Steinmetzbruderschaft, eine Ehrensäule für Meister Elias Hügel

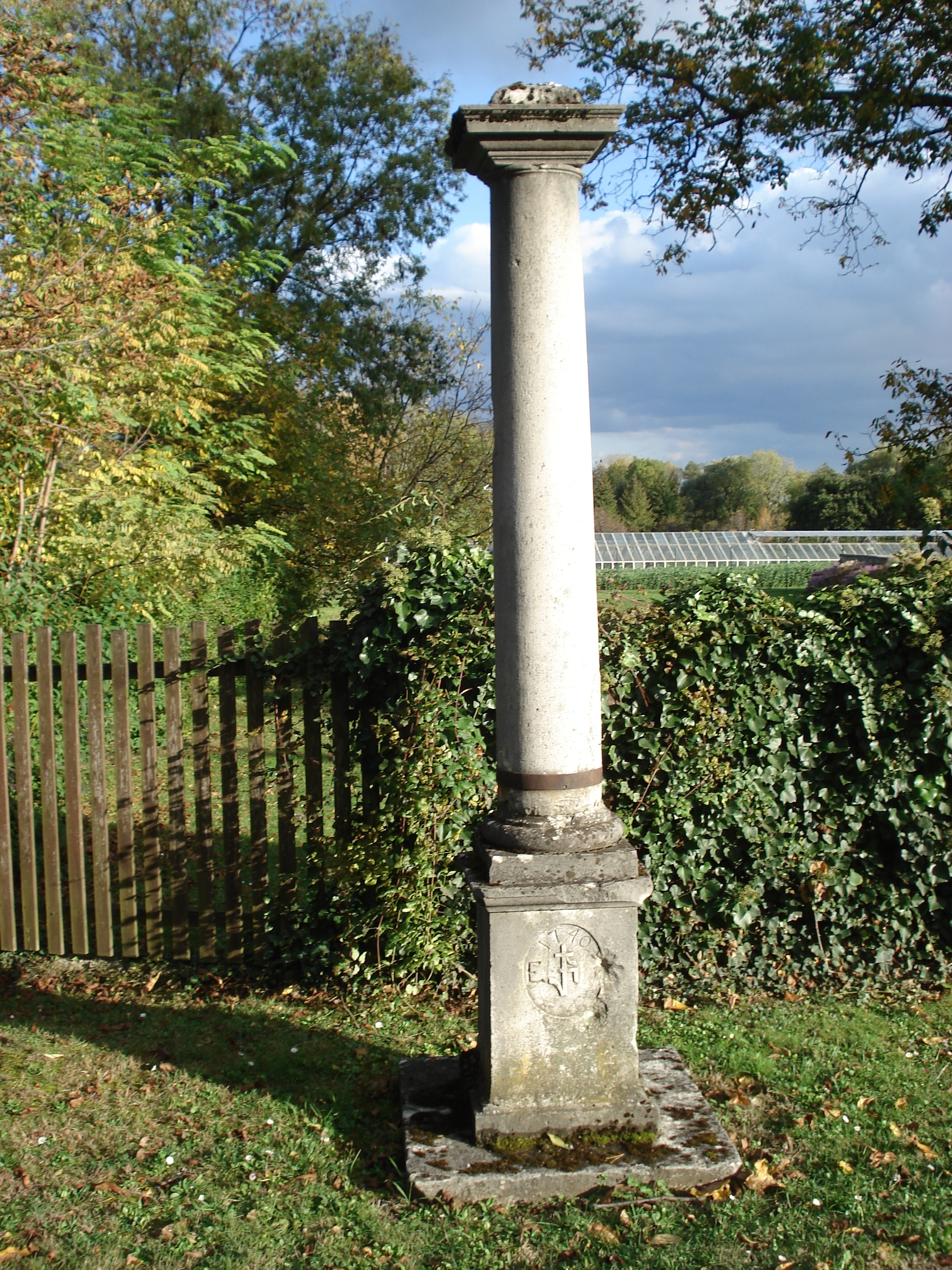
Rest der Ehrensäule

Der herrschaftliche Verwalter in Königshof amtierte als Stellvertreter des Heiligenkreuzer Abtes und bestimmte im Steinbruch das Leben der Menschen. Pater Raymund Vitali amtierte von 1723 bis 1740, er beantwortete die Freiheitsbestrebungen des Richters Elias Hügel, indem er ihn unehrenhaft aus dem Richteramt entfernte. Die Mitmeister der Bruderschaft waren aufgefordert, in einem Schreiben an die Obrigkeit den Unabhängiger sein wollenden heftig zu beschuldigen. Dagegen durfte sich dieser nicht verteidigen.
- Nach Pater Raymunds Tod errichtete die Steinmetzbruderschaft noch 1740 um der Gerechtigkeit willen eine Elias Hügel-Ehrensäule, die in Resten vor dem Schloss Königshof stand. Dem MuKV Kaisersteinbruch ist es 2016 gelungen, der Säule einen würdigen Standort auf dem Kirchenplatz in Kaisersteinbruch zu geben. In der Geburtsstadt Hügels, in Gemünden am Main, wurde 1996 eine Kopie aufgestellt.

## Kaiserstein für Maria Theresia, das Schloss Hetzendorf

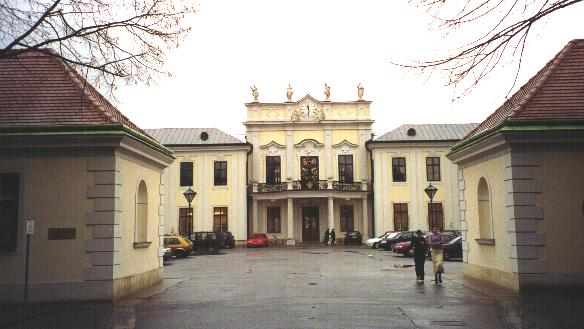
Schloss Hetzendorf Ehrenhof
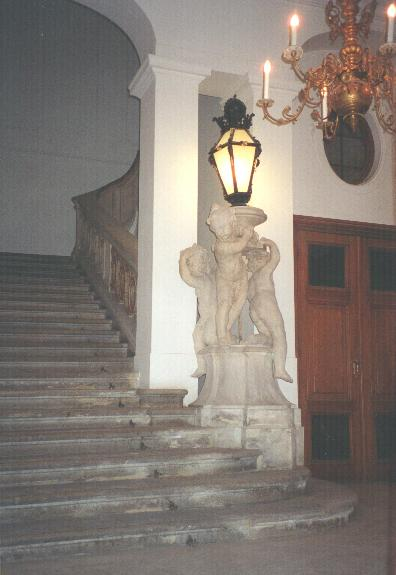
Treppenhaus Puttengruppe

1694 von Johann Bernhard Fischer von Erlach errichtet, 1712 erfolgten Umbauten durch Johann Lucas von Hildebrandt. Die zum barocken Gartenschloss erweiterte Anlage, Architekten Anton Ospel und Antonio Beduzzi, kam 1723 an Fürst Adam Liechtenstein.
1742 kaufte die Hofkammer das Schloss mit allen zugehörigen Bauten und Gärten. In den nächsten Jahren ließ Maria Theresia von ihrem Hofarchitekten Nikolaus Pacassi Umbauten und Erweiterungen durchführen. Die erhaltene Prunktreppe im rechten Flügel zählt zu Pacassis Veränderungen, die langen Stufen sind aus glattpoliertem Kaiserstein mit einigen blauen Einschlüssen, ebenso bei einer Schneckenstiege im rechten Trakt. Zwei Puttengruppen mit Laternen von Lorenzo Mattielli, um 1716 entstanden, wurden dabei wieder verwendet.

## Kaiserstein für Kirche und Kloster der Elisabethinen auf der Landstraße

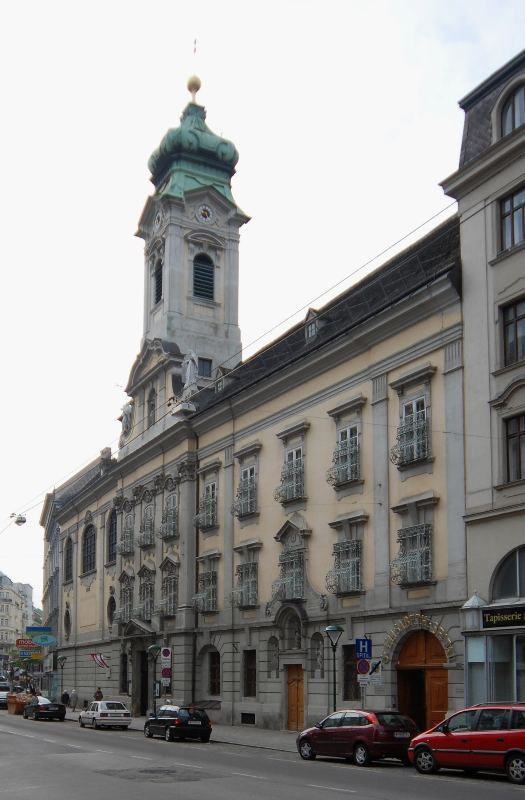
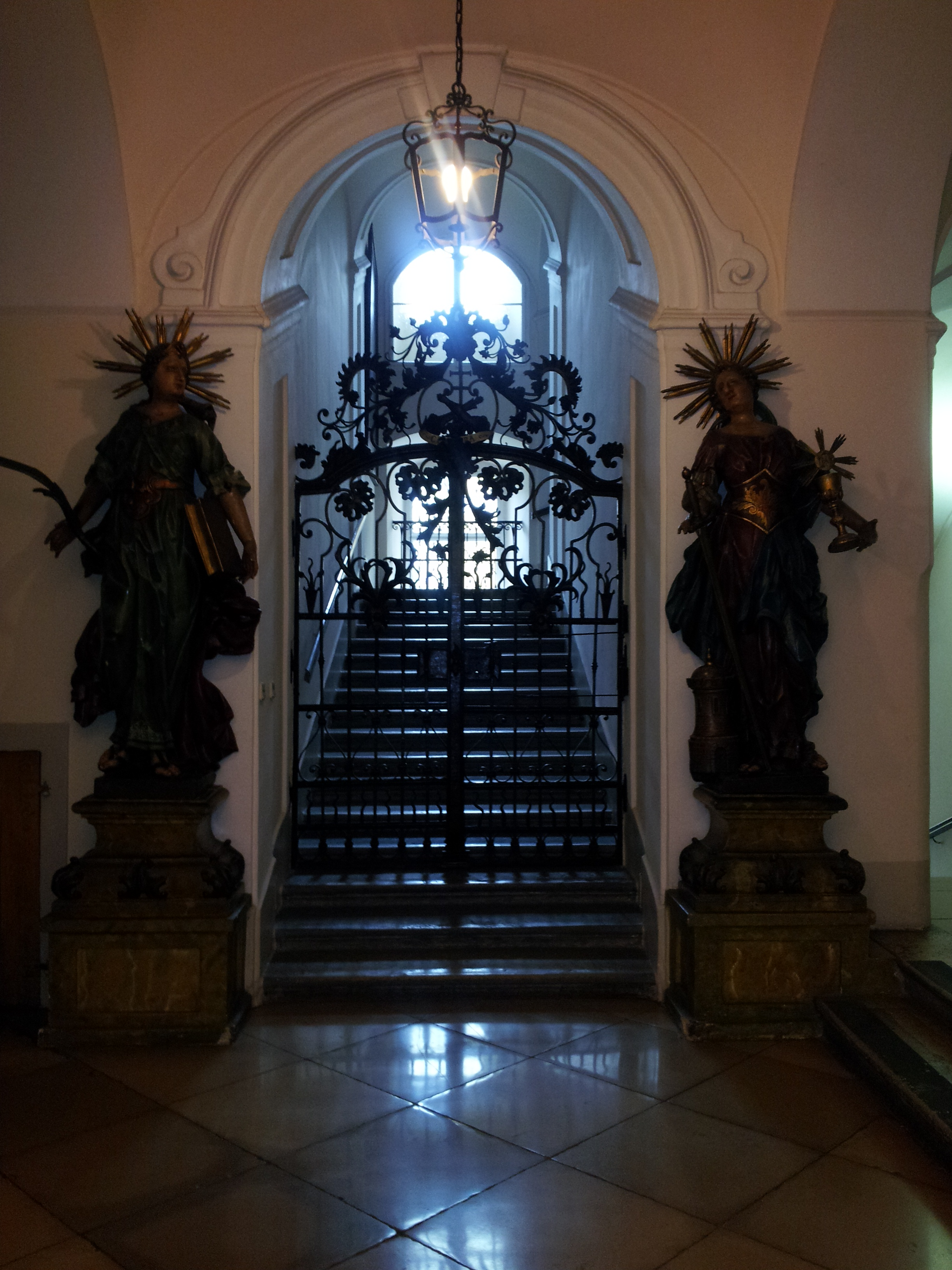
Tor zum Stiegenaufgang

Matthias Gerl baute 1711 auf der Landstraße Hauptstraße ein Kirchlein, Franz Jänggl erweiterte 1718 den Krankentrakt. Nach einem Hochwasser mit schweren Schäden entwarf 1743 Franz Anton Pilgram, nö. Landschaftsbaumeister, Pläne für einen Kirchenneubau und Umbau von Kloster und Spital. Die Wendeltreppe zu Empore und Turm, sowie die große Stiege zum Konvent mit Stufen aus Kaiserstein.

## Kaiserstein für die Waisenhauskirche Mariae Geburt samt Waisenhaus am Rennweg
1742 stiftete der Baumwollspinner Johann Michael Kienmayer ein Waisenhaus mit Fassade zum Rennweg 91, ab 1745 wurde gebaut. Maria Theresia erwarb 1759 das Areal für Erweiterungen zur ausgedehnten mehrhöfigen spätbarocken Anlage. 1768 erfolgte der Bau der Waisenhauskirche Mariae Geburt durch Thaddäus Karner und Baumeister Leopold Grossmann, 1770 die Weihe, sowie des westlichen Trakts der Rennwegfront.

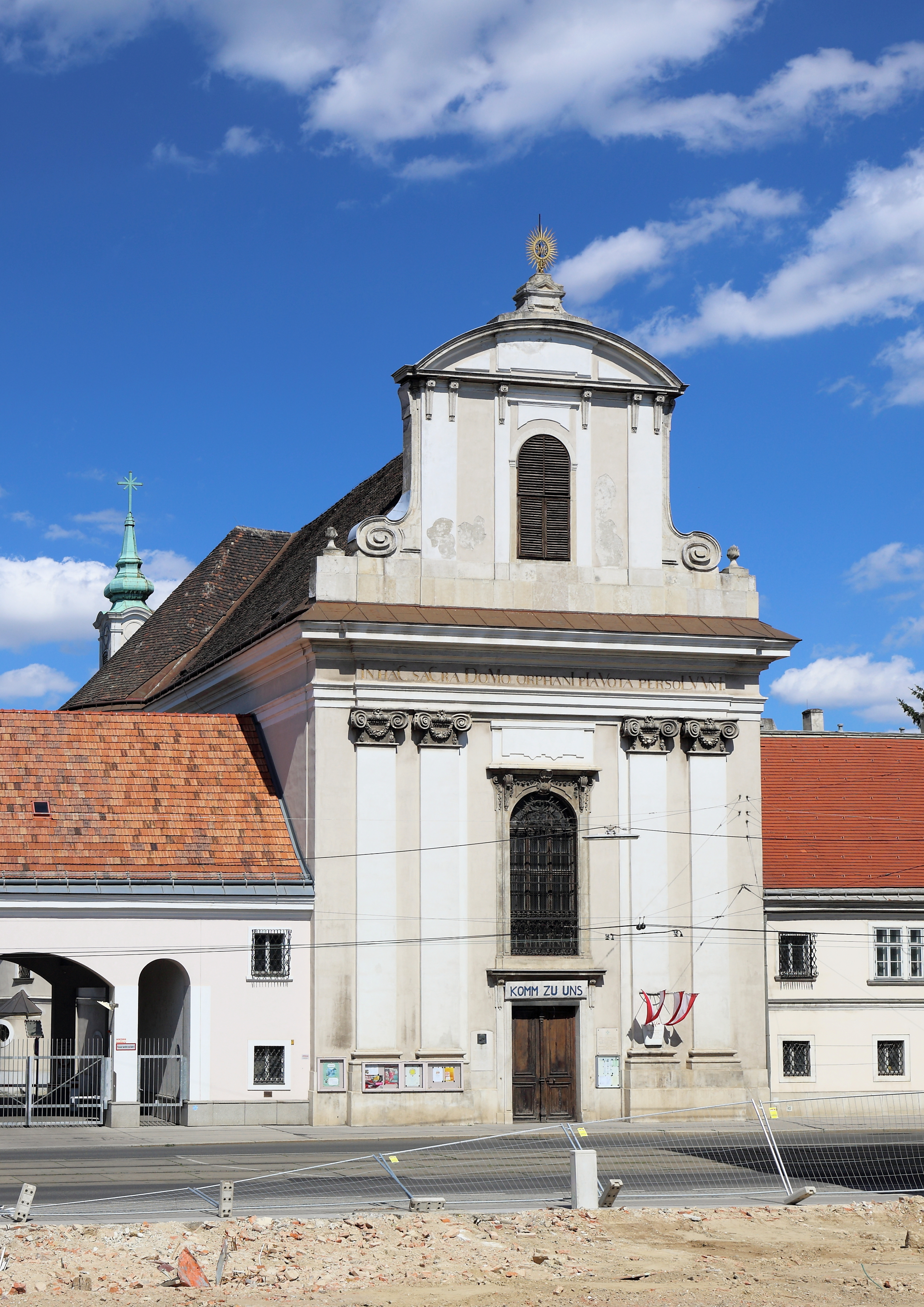
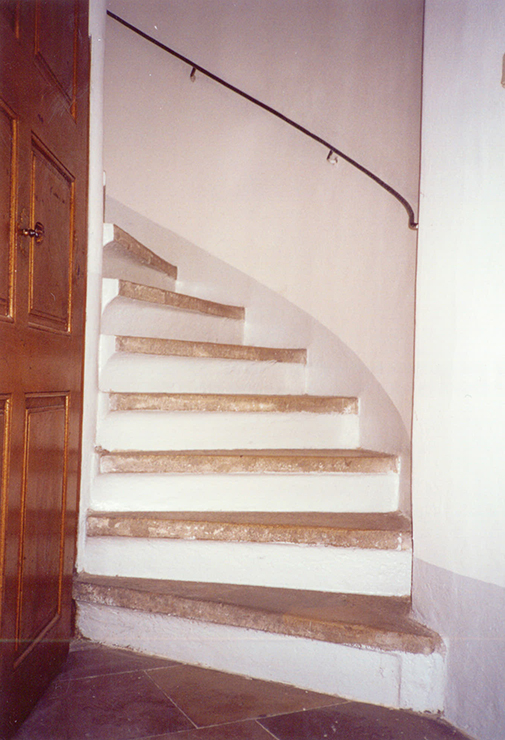
Stiege aus Kaiserstein
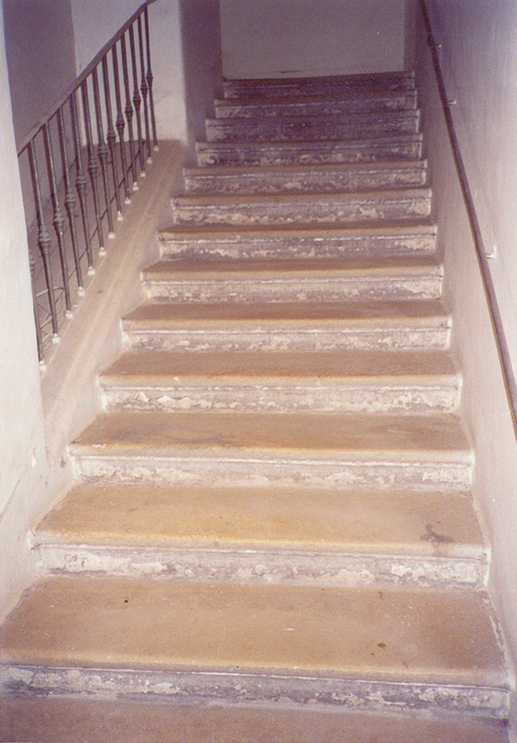
Rauf
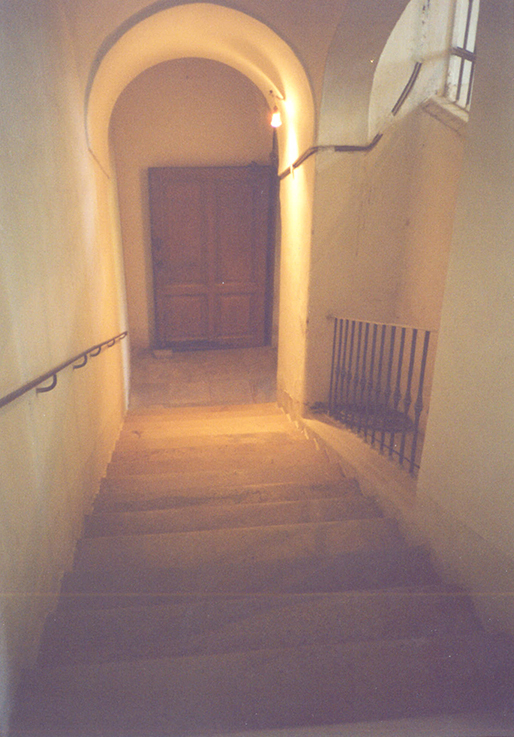
Runter
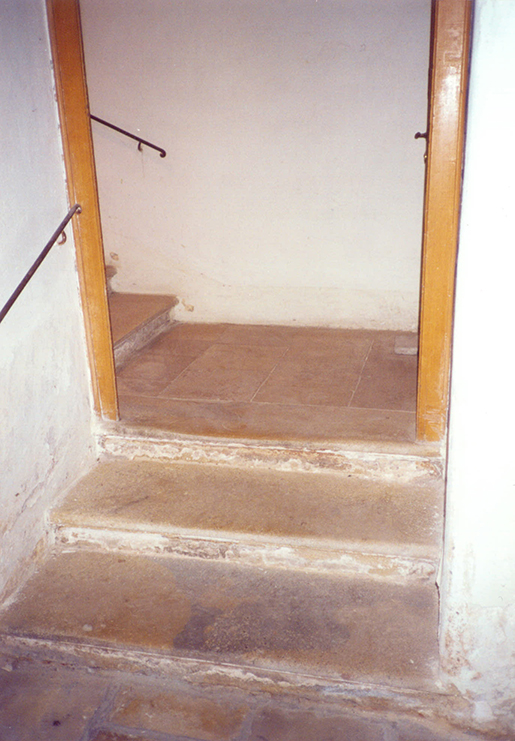
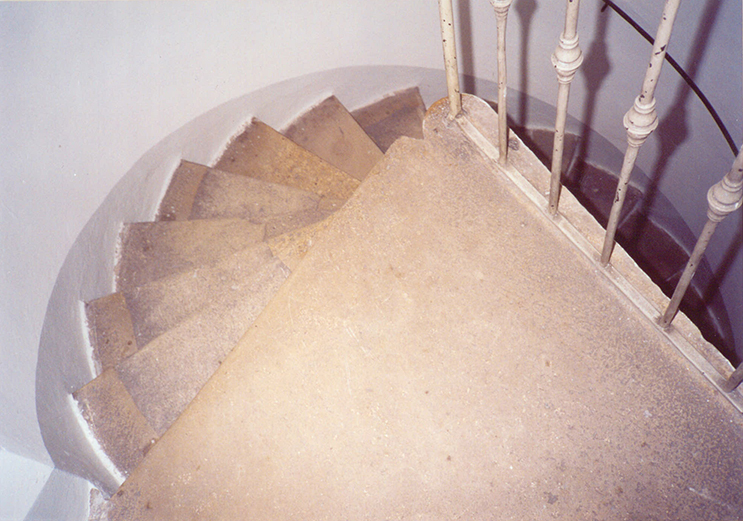

Sämtliche gesehenen Stiegenstufen bestehen aus Kaiserstein.

## Kaiserstein für Abt Robert Leeb von Heiligenkreuz, die Kapelle Königshof

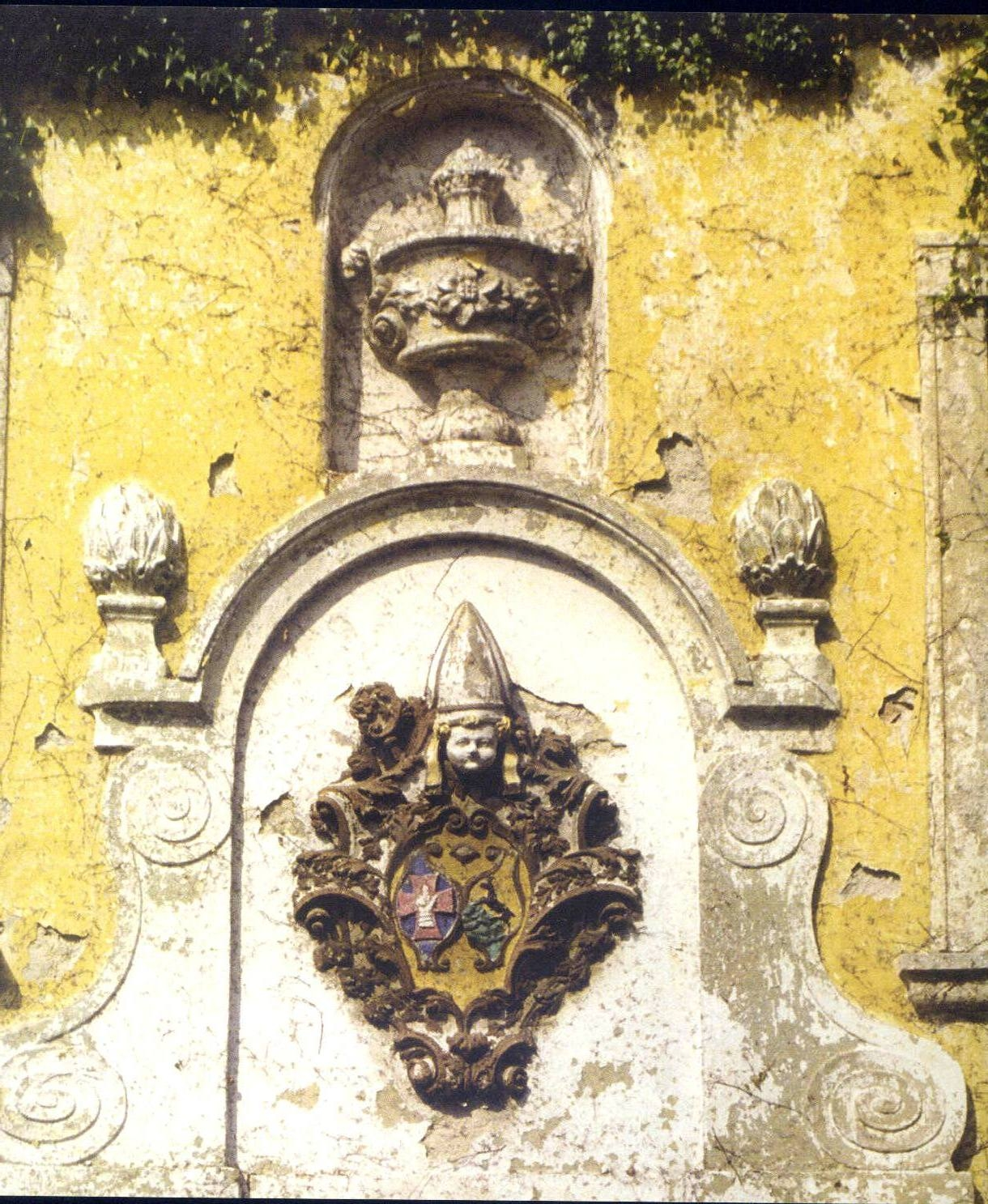
Abtwappen
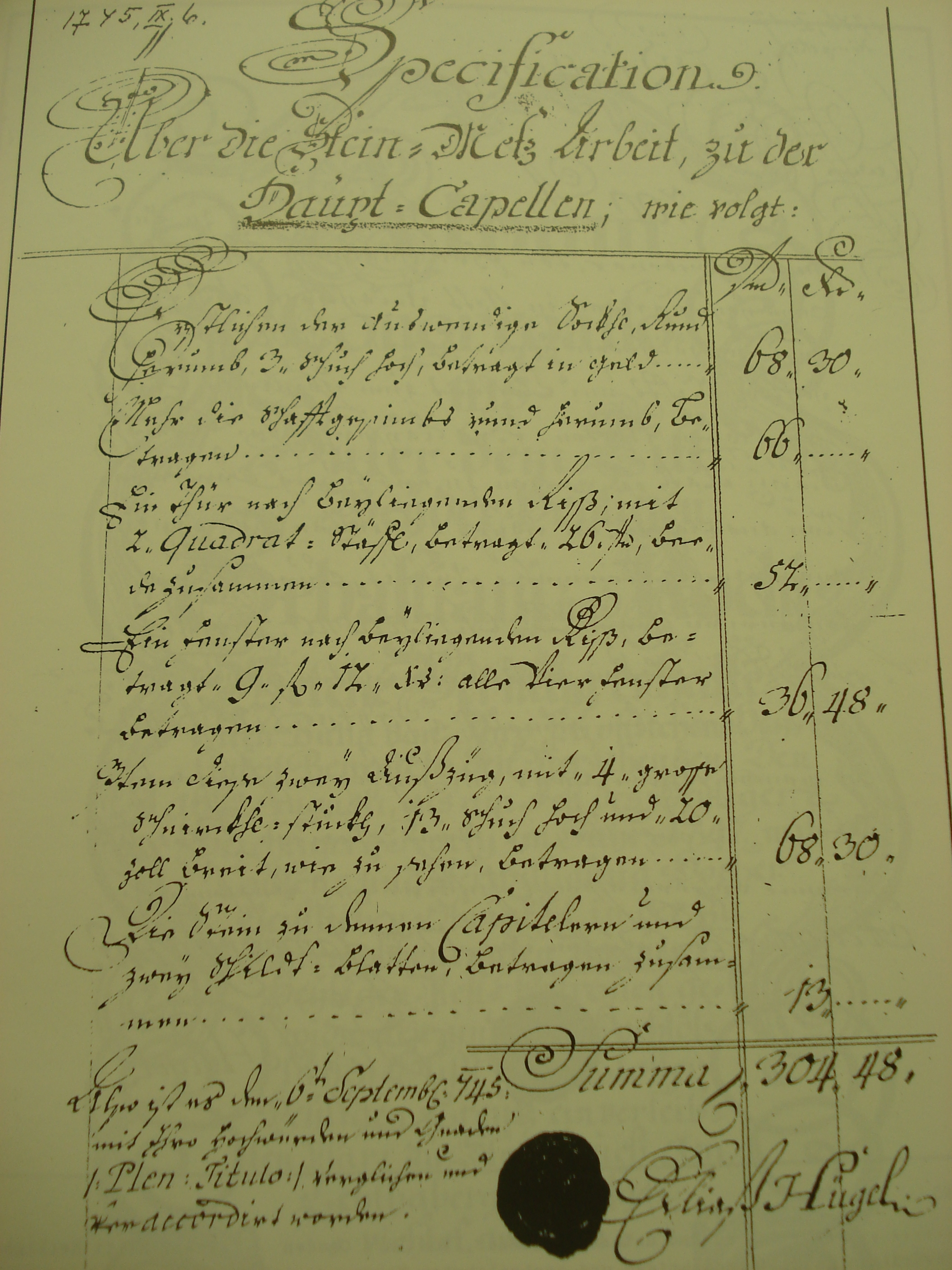
Specification

Specification über die Haupt-Capellen, Königshof 6. September 1745
- Erstlichen der auswendige Sockel, rundherum 3 Schuch hoch … 68 fl 30 kr, eine Tür mit 2 Quadrat-Staffel … 52 fl, alle 4 Fenster betragen 36 fl 48 kr, die Stein zu denen Capitelern und 2 Schild-Blatten 13 fl.

Quittung, Königshof, 17. Jan. 1746
- für 200 fl 42 kr, welche ich zu End unterschriebener, vom … Herrn Herrn Roberto, des Hochlöbl. Stifts und Closters zum Heyligen Creutz, würdigsten Abbten, Ihro Kayserl. und Königl. Majestät Rath, wegen zu Erbauung deroselben neu angefangenen Haupt-Capellen, die Steinmetz-Arbeith … Eliaß Hügel

## Kaiserstein in Ungarn, eine Auswahl in Raab (Győr) und in Ödenburg (Sopron)

### Für die Festung Győr, das Renaissanceportal „Wiener Tor“
Győr war während der Türkenkriege einer der letzten Vorposten vor Wien und hatte daher unschätzbare militärische Bedeutung. Vor diesem Hintergrund wurde Raab nach Plänen der italienischen Baumeister Pietro Ferrabosco und Bernardo Gaballio zur Festung ausgebaut. Im Lapidarium von Győr befinden sich auch Fragmente des Wiener Tores (Bécsi-kapu), ein triumphbogenartiges Renaissanceportal, die Kaiserkrone, das königlich ungarische Wappen, allesamt aus dem harten, weißen Kaiserstein aus Kaisersteinbruch, (ungarisch Császárkőbánya).
Aufnahme des Wiener Tores der königl. Freistadt, das im Jahre 1858 abgetragen wurde

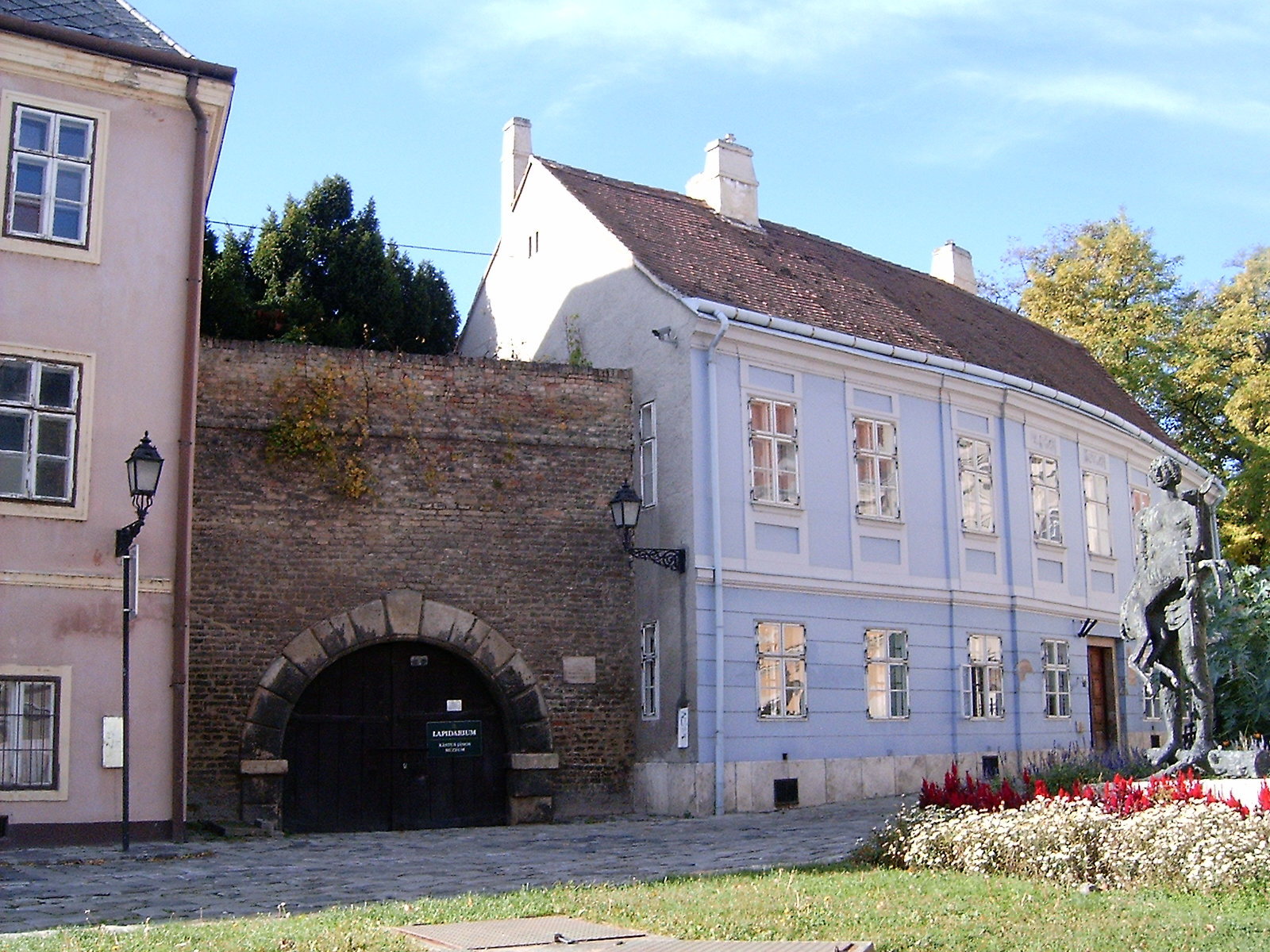
Lapidarium
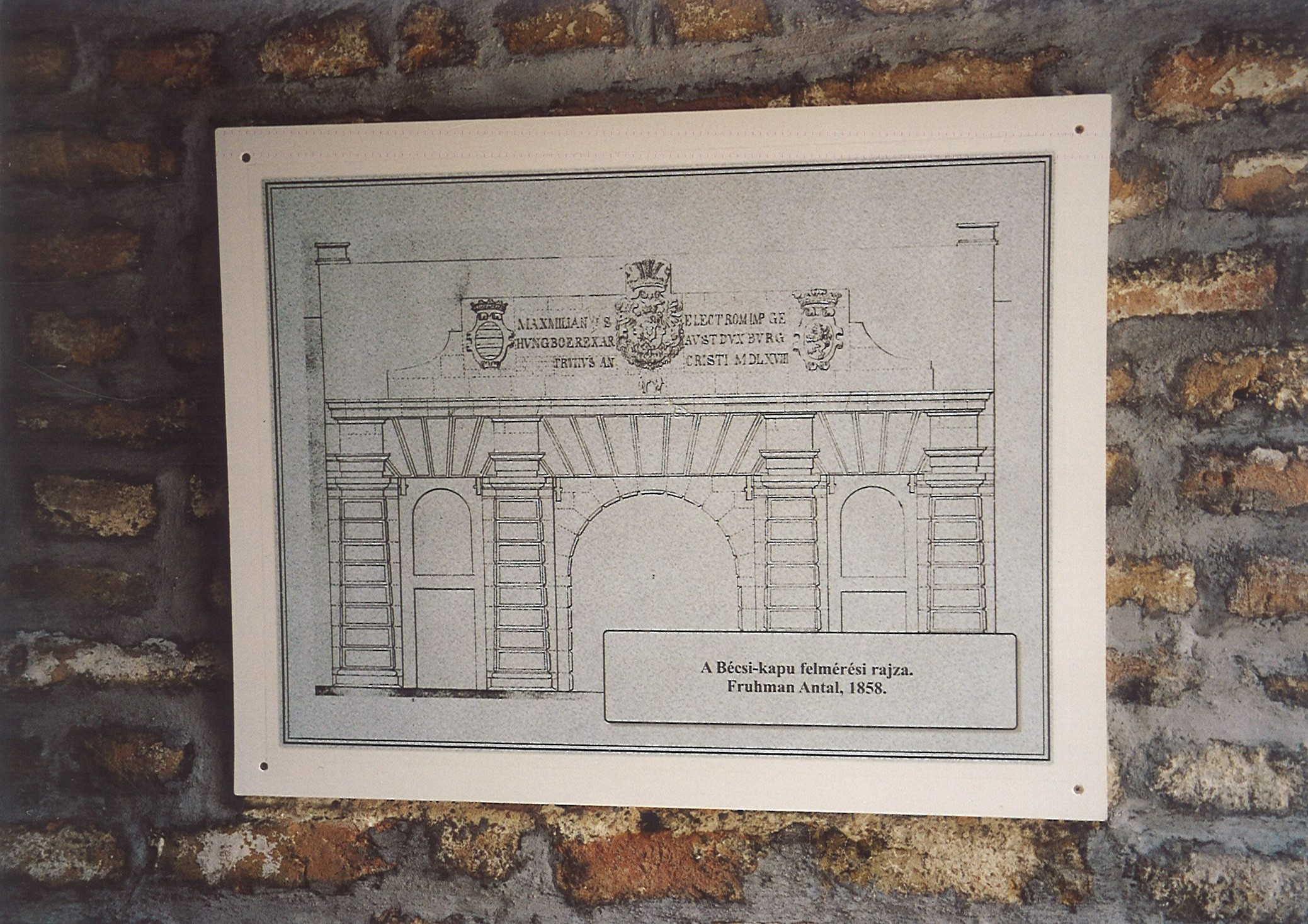
Győr Lapidarium, Plan des Wiener Tores
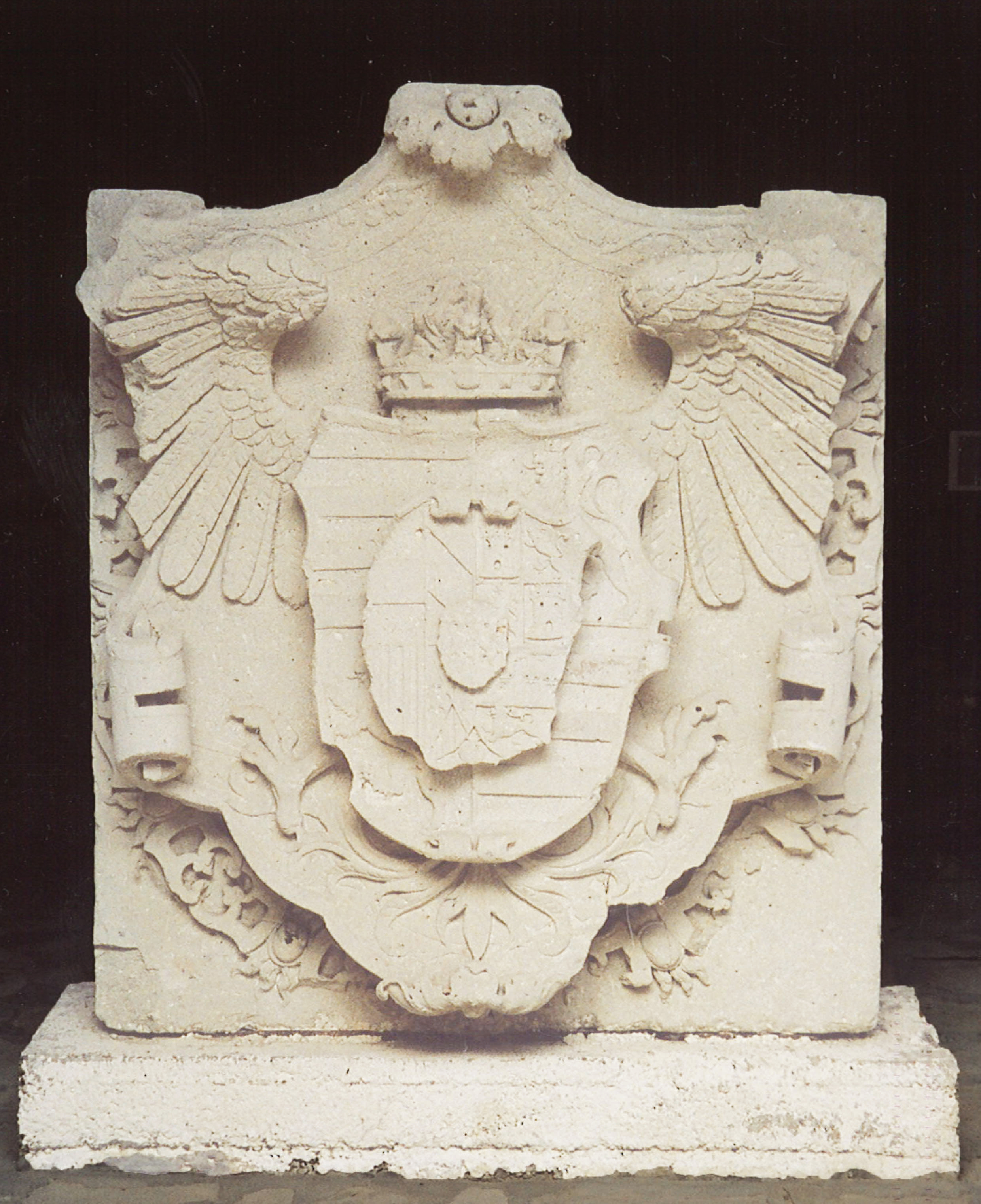
Kaiserliches Wappen
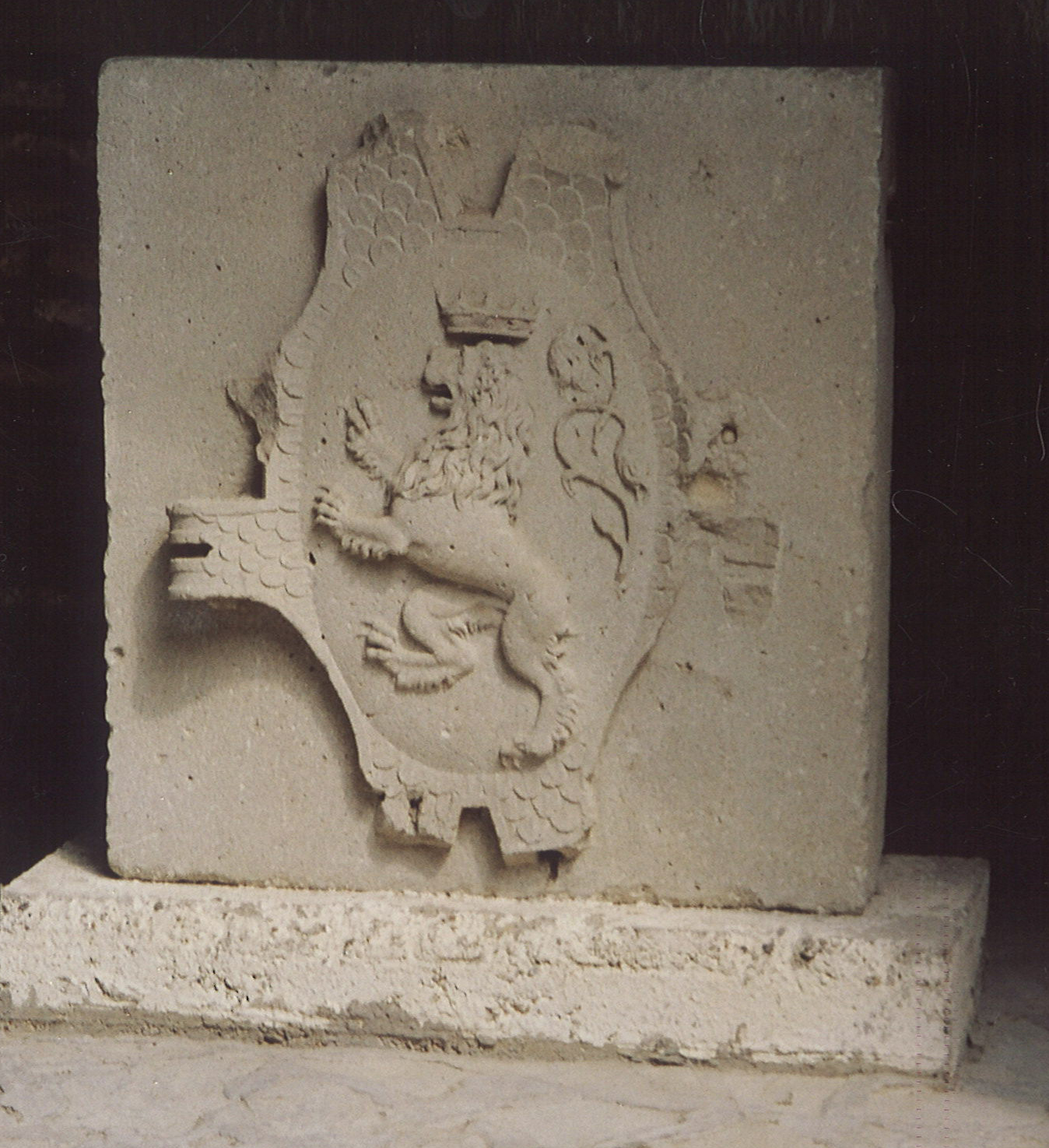
Böhmen Wappen
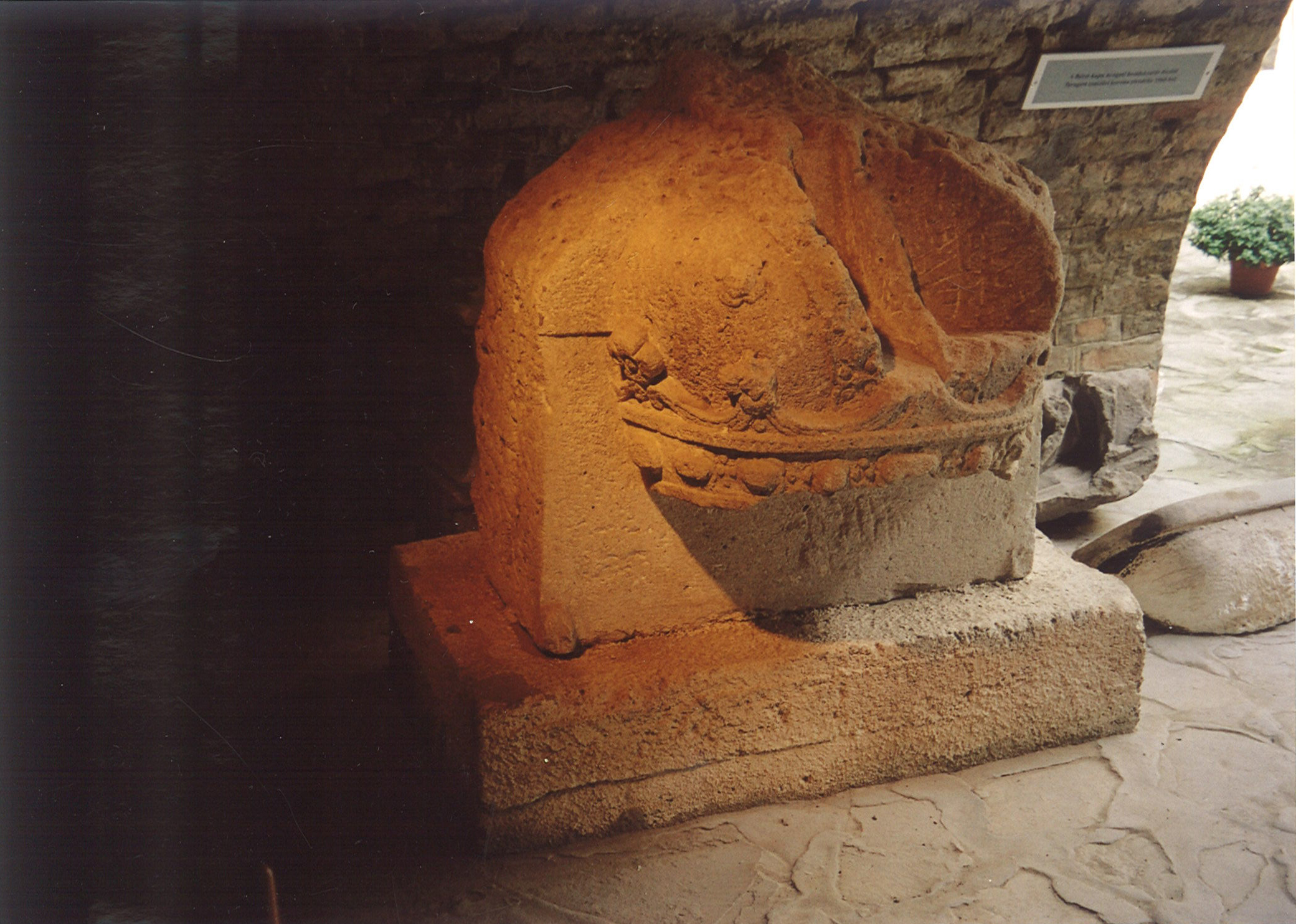
Kaiserkrone
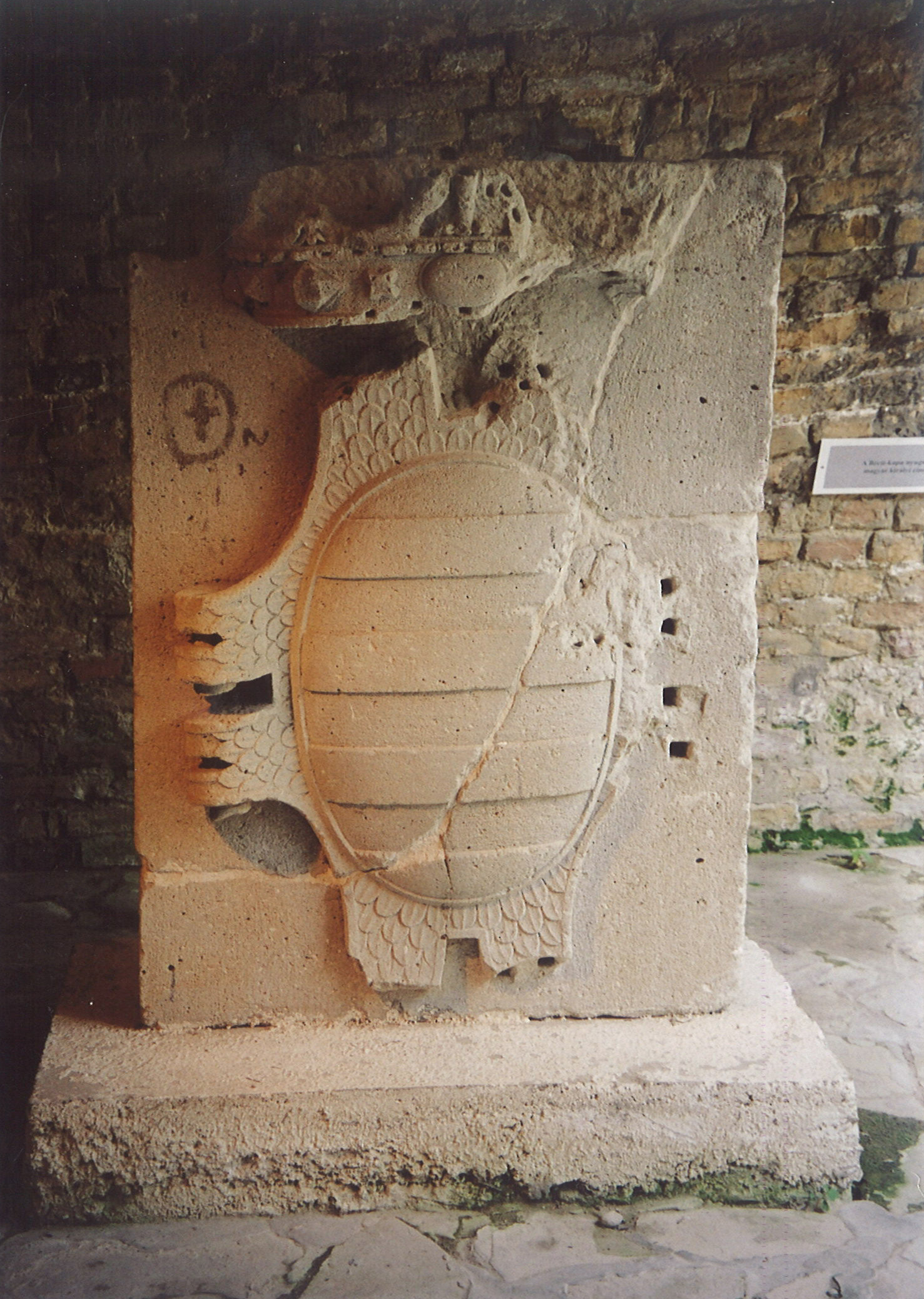
Ungarn Wappen

MAXIMILIANUS ELECT ROM IMP. (Maximilian II. gewählter Römischer Kaiser)
CHRISTI MDLXVIII (1558)
Die Befestigung der Stadt wurde 1564 unter der Obhut von Hermes Schallautzer vollendet. Im Langen Türkenkrieg wurde Raab 1592 von den Osmanen erobert, konnte 1598 jedoch durch Adolf von Schwarzenberg zurückerobert werden – ein Ereignis, dem eine solche Bedeutung beigemessen wurde, dass im ganzen Reich auf Befehl Rudolphs II. Raaberkreuze mit der Inschrift „Sag Gott, dem Herrn, Lob und Dank, dass Raab wieder kommen in der Christen Hand“ errichtet wurden, die man vor allem in Niederösterreich heute noch findet.

### Für die Jesuiten, ihre St.-Ignatius-Kirche mit Ordenshaus in Raab (Győr), Ungarn
Die rege Bautätigkeit des Jesuiten-Ordens als Zeichen der wiedererstarkten machtvollen katholischen Kirche brachte große Aufträge für das Handwerk der Steinmetzen und Maurer in Kaisersteinbruch. Der Orden wurde von Rom aus verwaltet, 1563 entstand die österreichische Provinz, diese erstreckte sich über ganz Ungarn. Die St.-Ignatius-Kirche und das Kolleg in Raab (Győr) wurden ab 1636 vom Baumeister Bartolomeo Torre und seinen Söhnen Giacomo (Jakob) und Francesco erbaut. Die Jesuiten-Kirche in Győr ist somit die älteste Barockkirche im heutigen Ungarn.

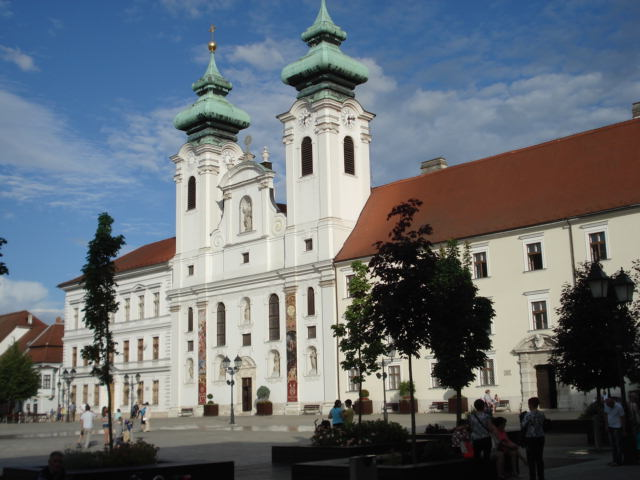
Ehem. St.-Ignatius-Kirche und Ordenshaus am Széchenyi-Platz
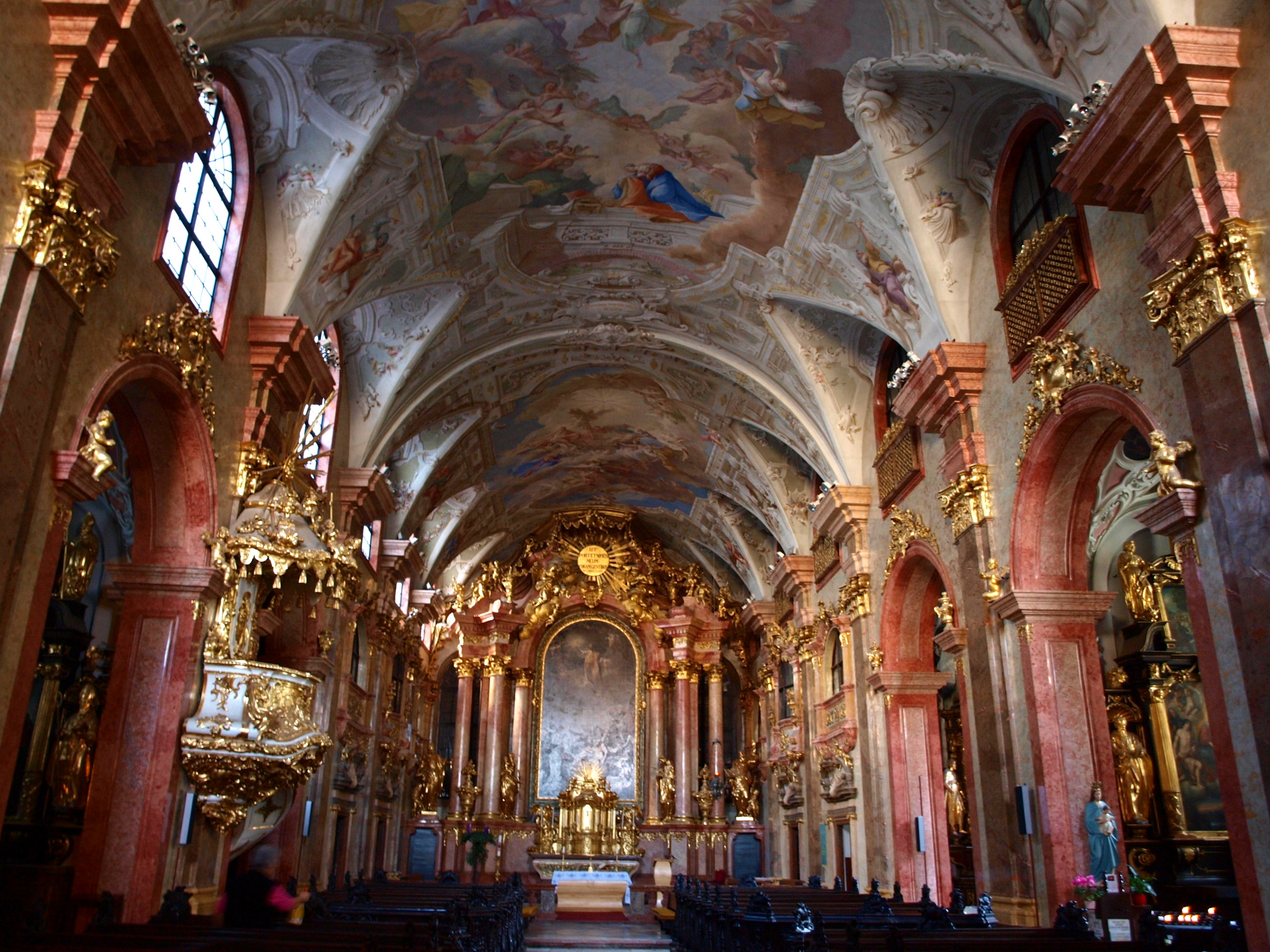
Kirche Gesamtblick
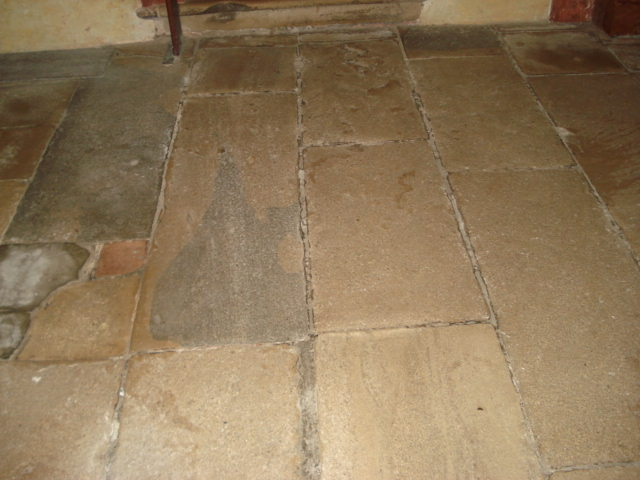
Bodenplatten aus Kaiserstein, die Kirche war damit ausgelegt
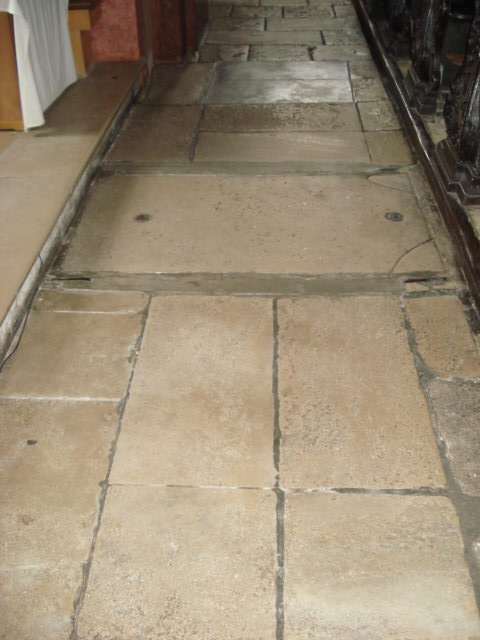
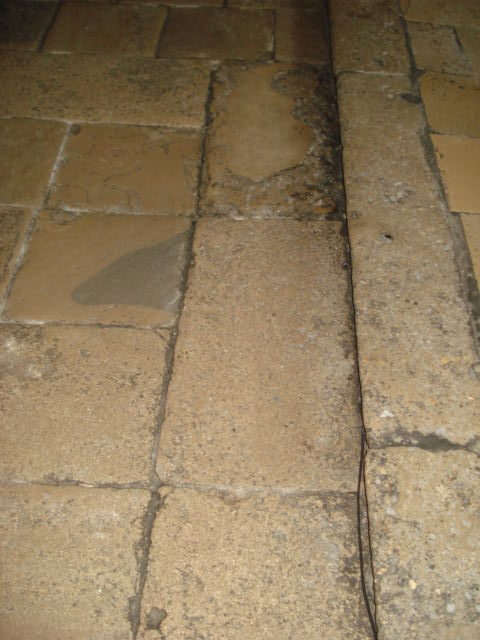
Altarstufen Kaiserstein
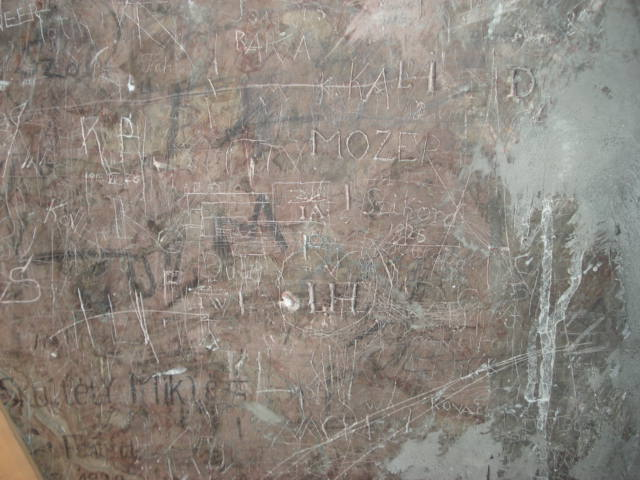
Steingravuren, Graffity?
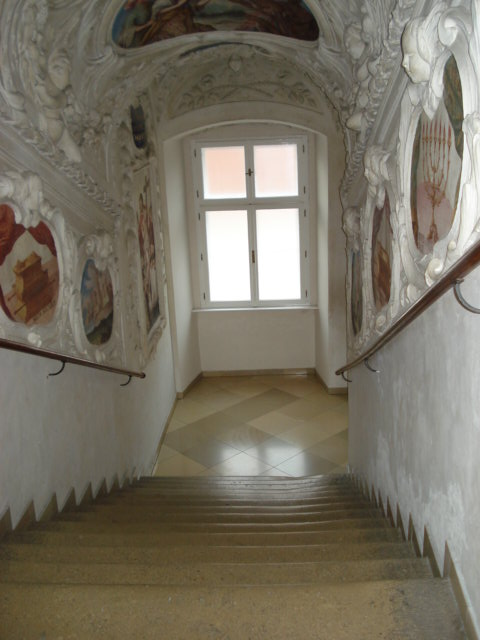
Ordenshaus-Stiege

In Győr beginnt nun eine auf ca. vier Jahre anberaumte Restaurierung der Kirche, geleitet von Balázs Most, Dipl.-Wirt.-Ing. Die Aufmerksamkeit gilt zurzeit dem Kaiserstein. Ähnlich der ehem. Jesuitenkirche Am Hof in Wien ist auch hier der Kirchenboden nahezu vollständig mit Kaisersteinplatten aus dem Ödenkloster/Waldbruch ausgelegt. Doch einige größere Flächen sind im Laufe der Jahrhunderte verloren gegangen, wie z. B. auch in der Kaisersteinbrucher Kirche. Nach einem passenden Ersatz wird nun gesucht.
Das Benediktiner Prioritat feiert 2016: Szárnyaló szivvel – Mit beflügeltem Herzen 1641–2016, 375 Jahre Benediktiner Kirche in Győr, vor 375 Jahren wurde die St.-Ignatius-von-Loyola-Kirche eingeweiht. Jöjjete, imádjuk! – Kommet, beten wir an!

### Für den Comte Gábor Esterházy in Raab (Győr) in seinem Palais
Die heutige Form des Gebäudes entstand durch Zusammenlegung der an seiner Stelle stehenden winzigen Häuser mittelalterlichen Ursprungs im dritten Viertel des 18. Jahrhunderts. Es war damals im Besitz der Esterházy-Familie. C(Comte) G(Gábor/Gabriel) E(Esterházy), das Monogramm des Bauherrn und sein Wappen aus Schmiedeeisen sind am Gitter des Balkons über dem von Hermenfiguren gehaltenen und mit Putten verzierten Tor mit Steinrahmen auch heute noch zu sehen.

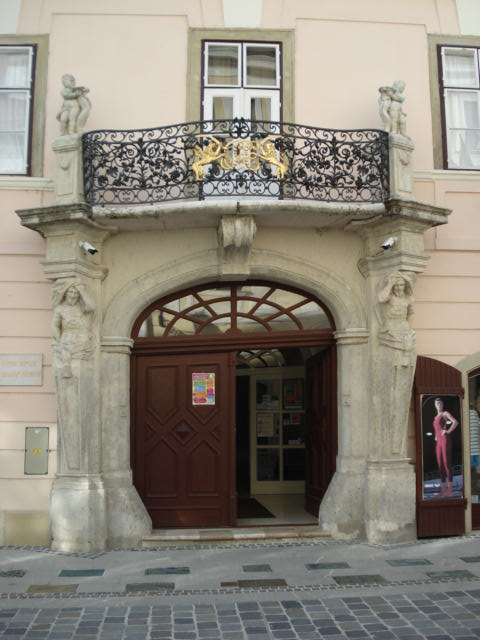
Portal- und Streifsteine Kaiserstein
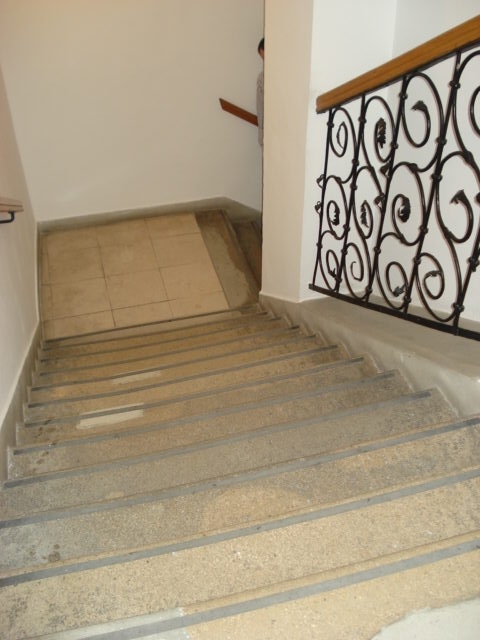
Mit bläulichen Einsprengungen
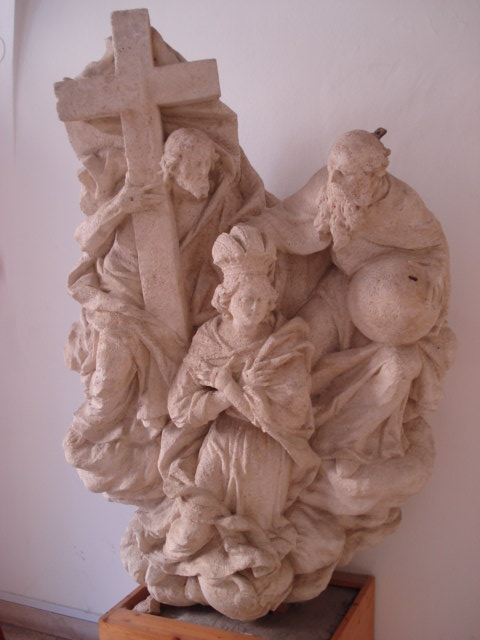
Figurengruppe „Maria Krönung“ aus Sandstein
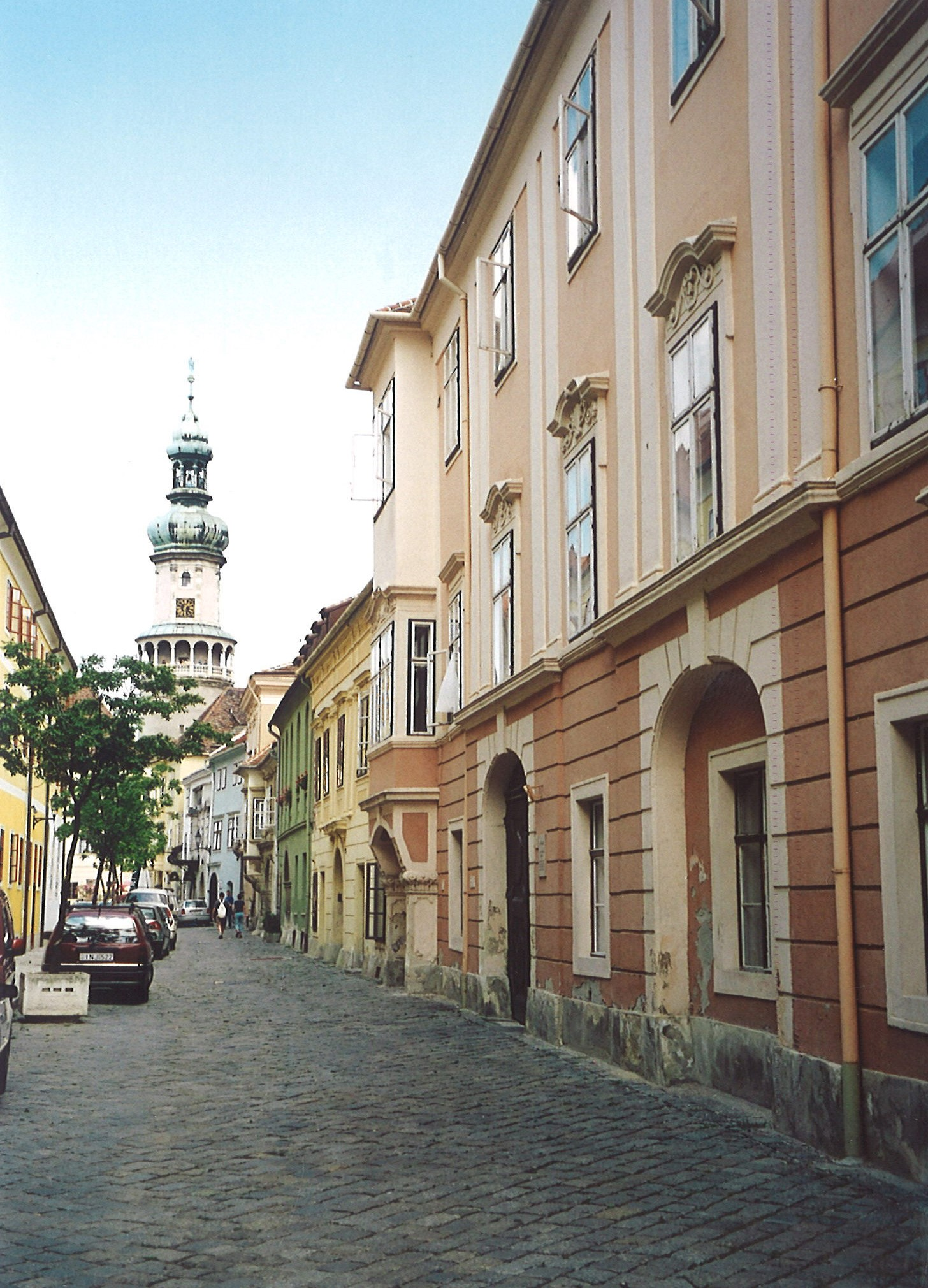
Sopron, rechts das Zichy-Meskó-Palais
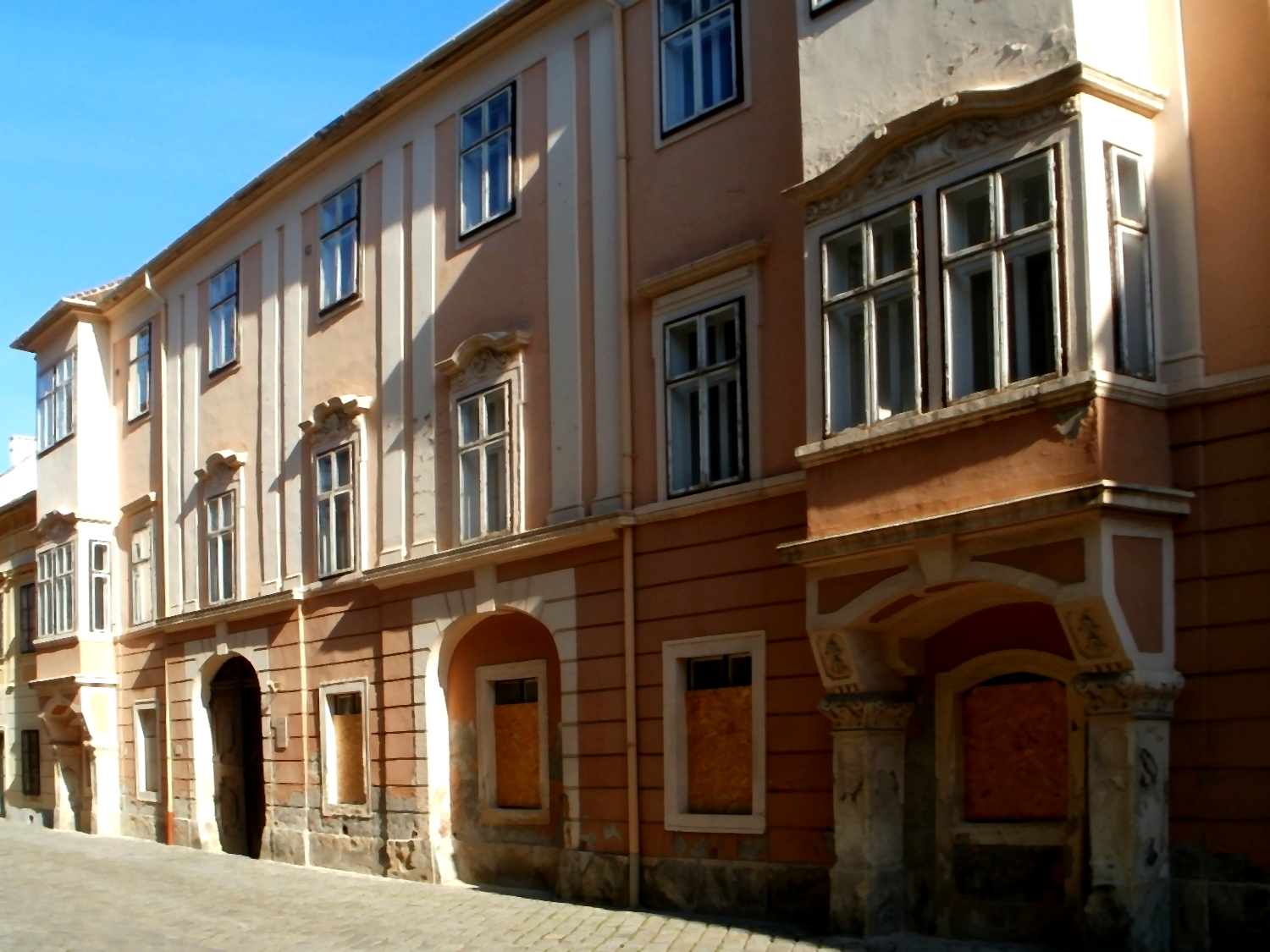
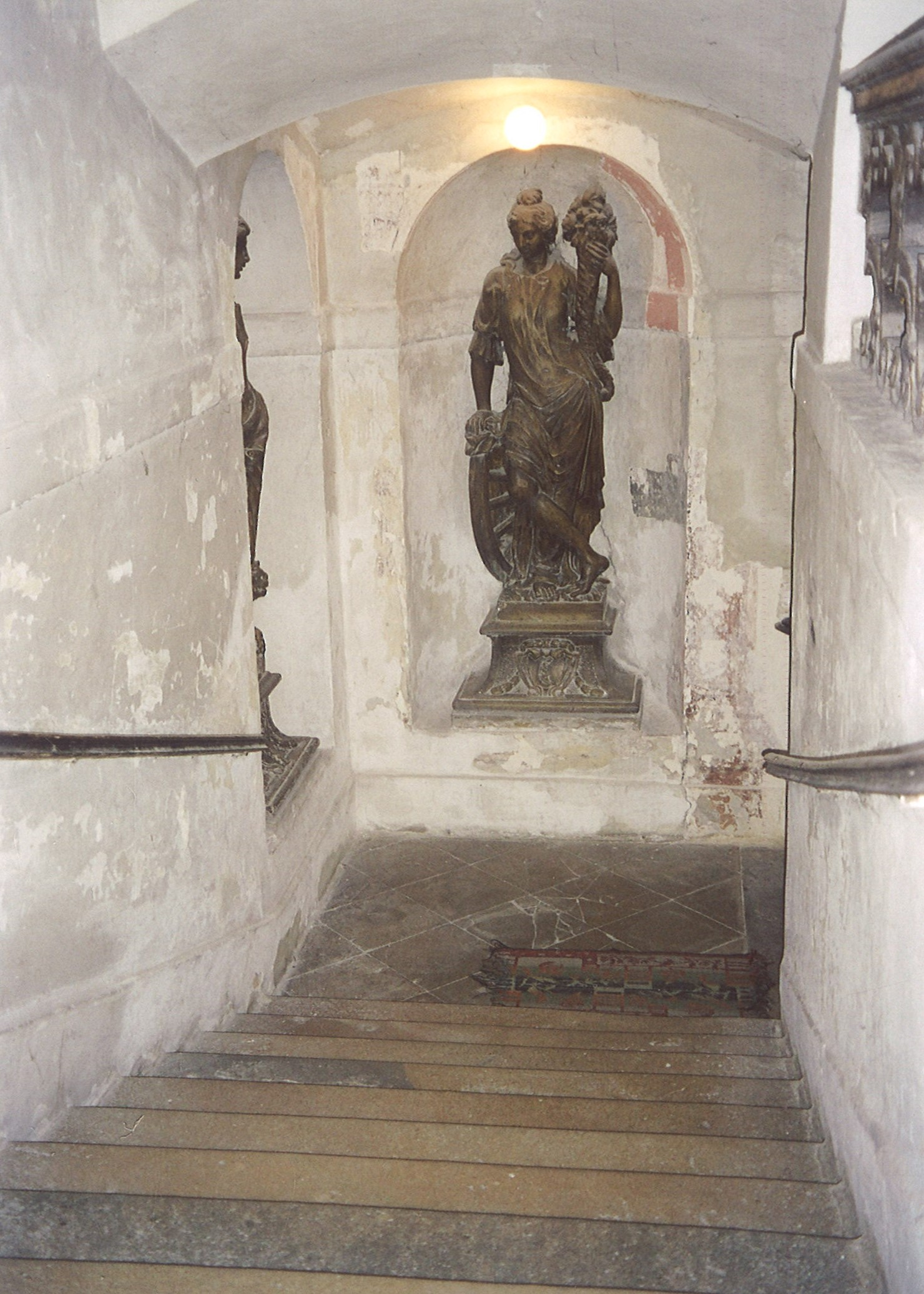
Stiegenhaus Kaiserstein
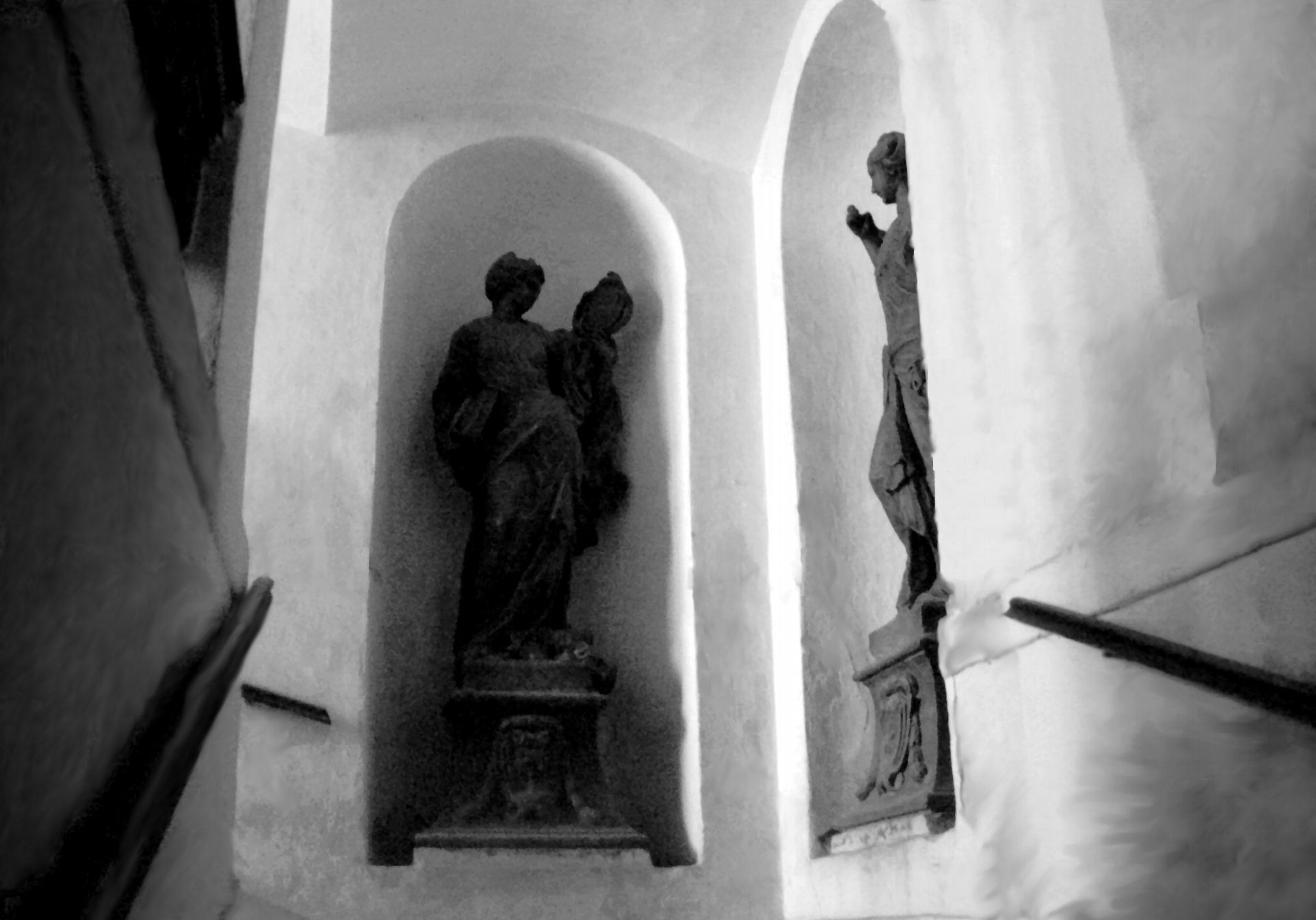

1997 erfolgte eine Renovierung. Das Städtische Kunstmuseum, und die Internationale Zeichen- und Grafikbiennale haben im Palais Esterházy, 9021 Győr, Király u. 17., ihren Sitz.

### Für das Zichy-Meskó-Palais in Ödenburg (Sopron)
Die von der Templom ucta (Kirchengasse) abzweigende Koloster ucta (Klostergasse) führt zurück zum Fö tér (Hauptplatz). Auf der Seite mit den ungeraden Nummern stehen alle Häuser unter Denkmalschutz. Nr. 11: Zichy-Meskó-Palais. Die Fassade stammt aus dem frühen 18. Jahrhundert, die beiden oberen Stockwerke verbinden Seitenerker mit Zwillingsfenstern. Das Statuen verzierte Treppenhaus mit Kaisersteinstufen wurde um 1770 erbaut. In den halbrunden Nischen stehen allegorische Frauengestalten: Glück, Kraft, Gerechtigkeit und Wissenschaft.

## Kaiserstein in Pressburg/Bratislava, eine Auswahl im 18. Jahrhundert

### Für Graf Janós Pálffy, Palatin von Ungarn in seinem Palast
Das heutige Gebäude wurde 1747 im barocken Stil errichtet und war im Besitz der einflussreichen Adelsfamilie. Es befindet sich in der Altstadt in der Ventúrska-Straße.
Es besticht durch sein interessantes Portal und die zwei Pawlatschen-Innenhöfe. Die Stufen der großen Treppe bestehen aus weißem, hartem Kaiserstein.

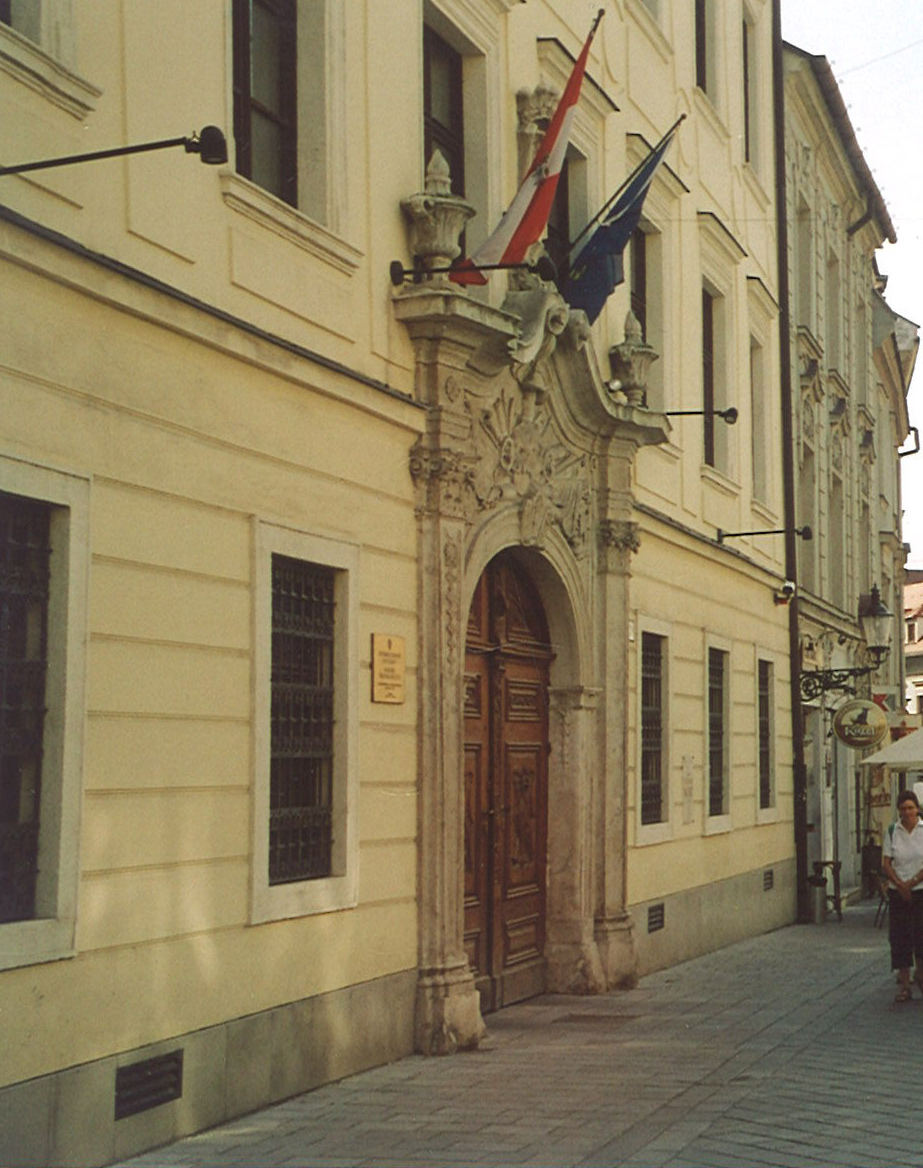
Palais Pálffy war österreichische Botschaft.
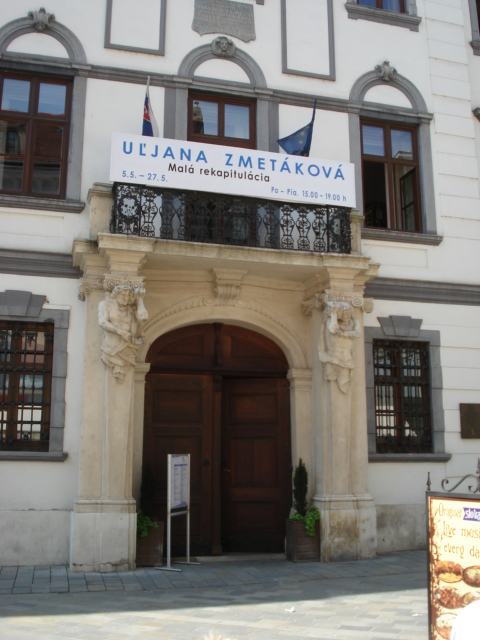
Ehem. Ungarische Hofkammer
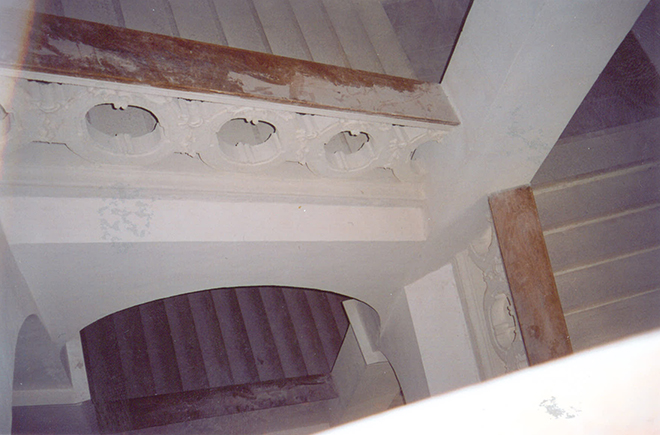
Treppenhaus, wie die „Weiße Stiege“ in Schönbrunn; Stufen, Balustraden aus Kaiserstein
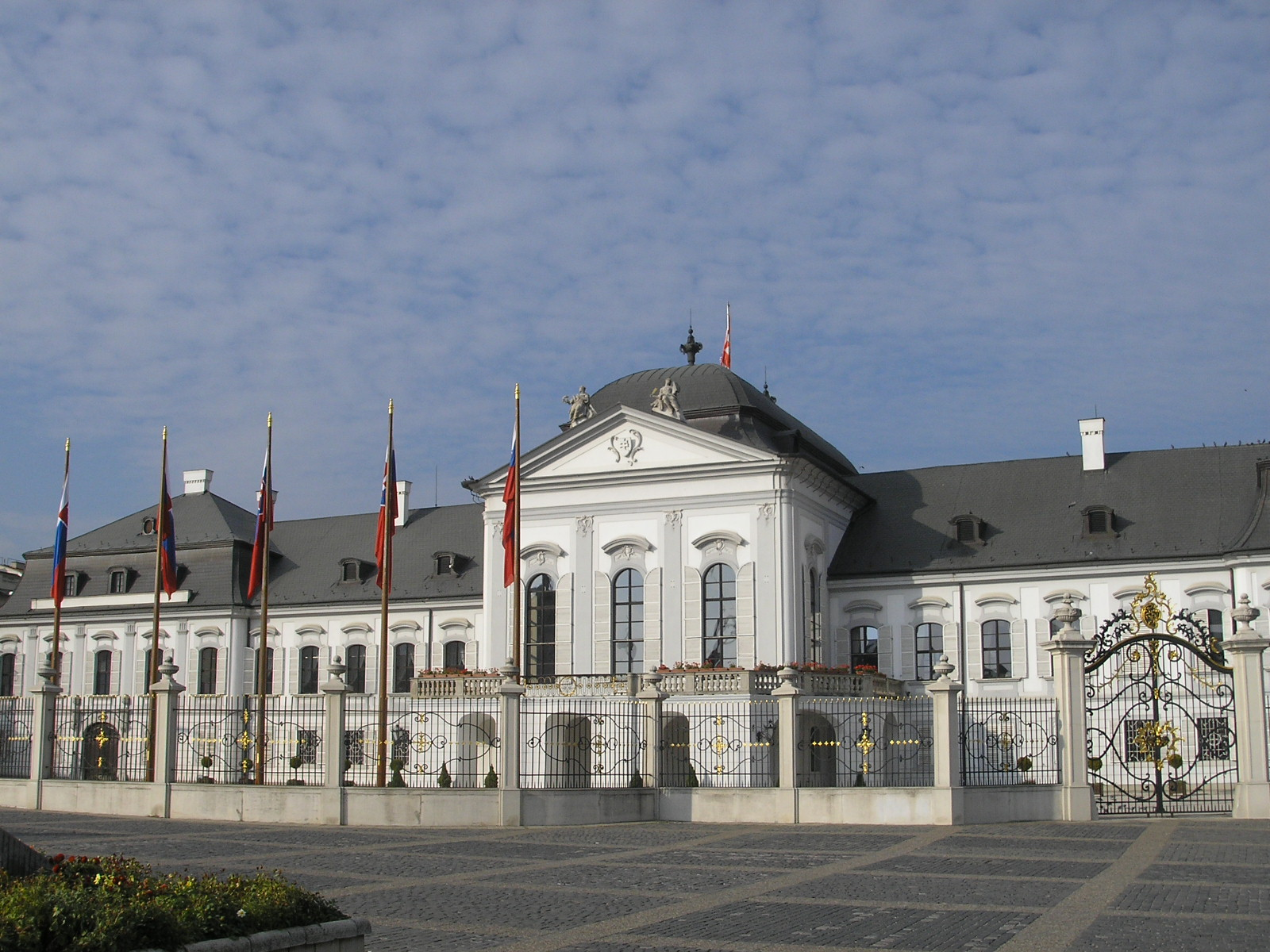
Palais Grassalkovich, Präsidentenpalast
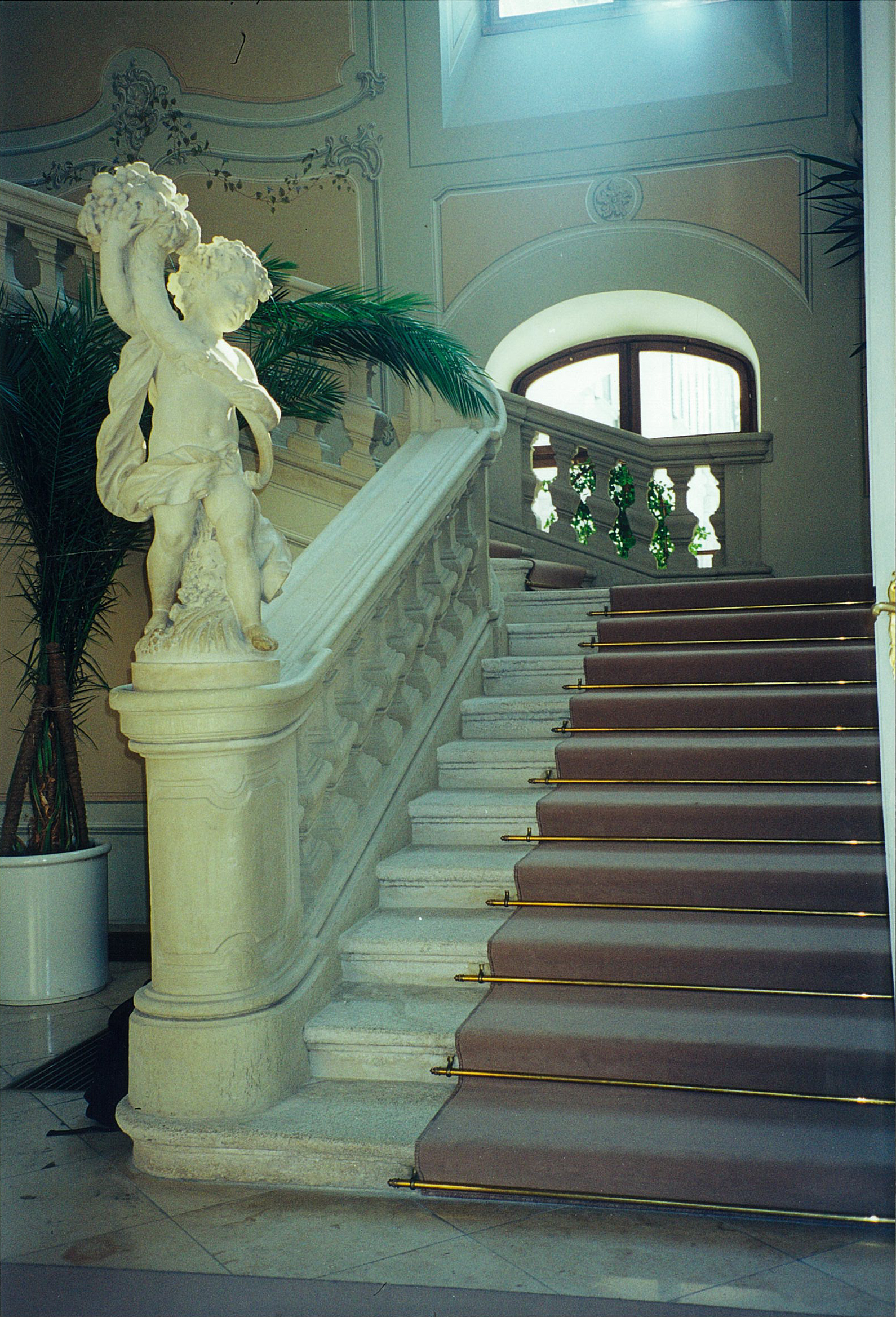
Kaiserstein-treppe
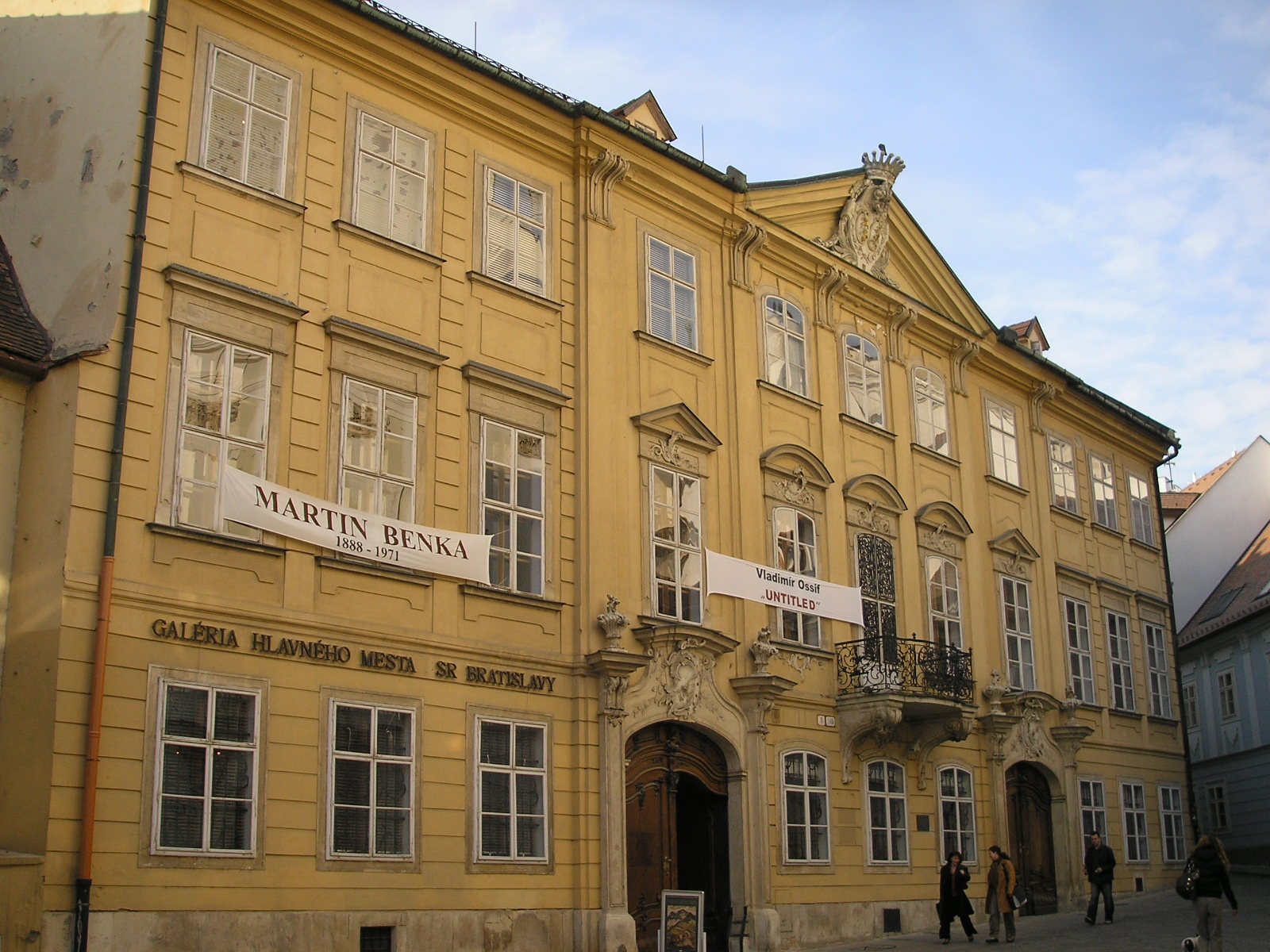
Palais Mirbach
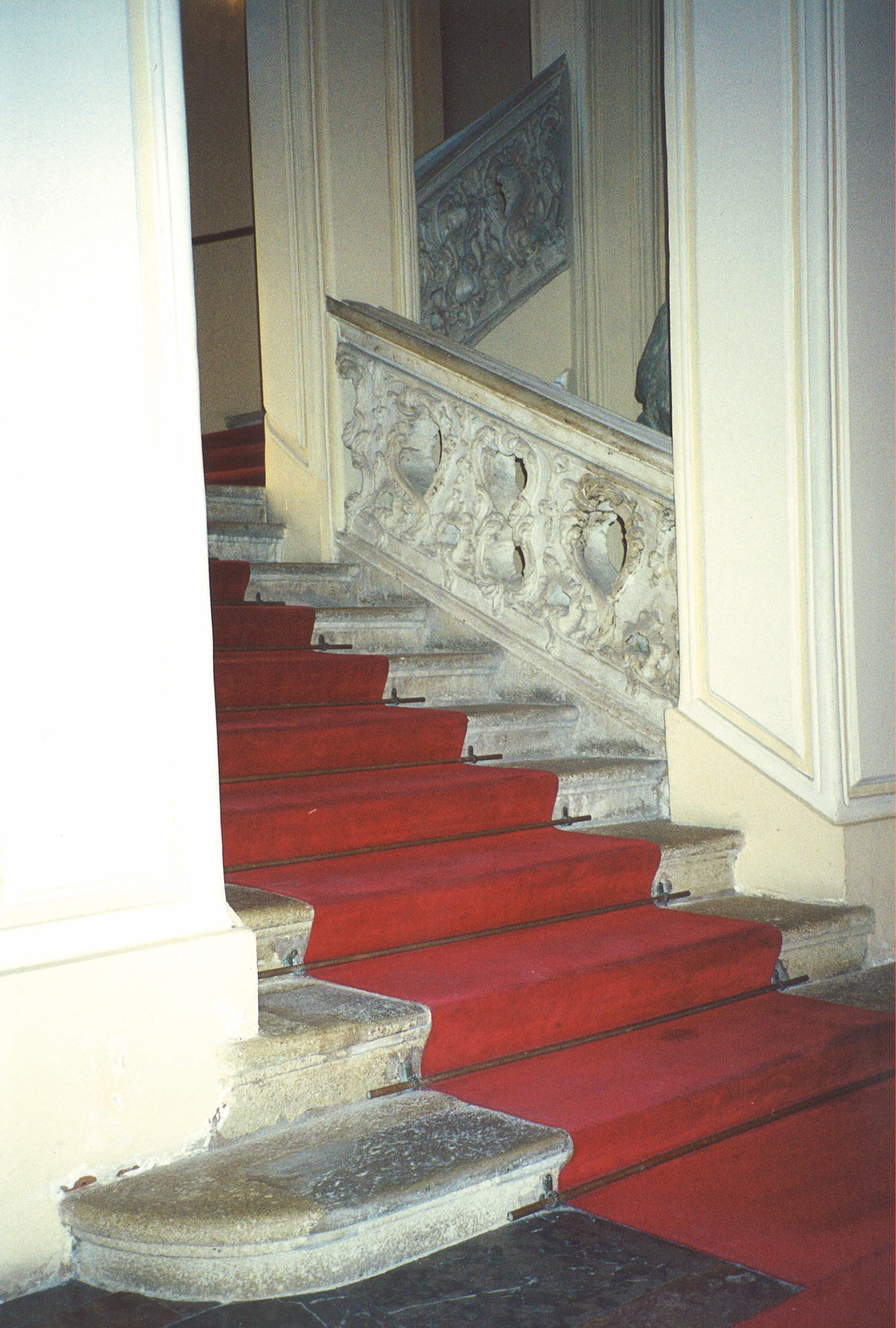
Stufen aus Kaiserstein

### Für Maria Theresia, in der Ungarischen Königl. Hofkammer
Die Ungarische Königliche Hofkammer wurde von Kaiser Ferdinand I. im Jahre 1528 gegründet. Die Kammer zog als erstes hohes Amt nach Pressburg, das bedeutete, dass der König Pressburg zur Metropole des eingeschränkten Ungarns gewählt hatte.
Das Gebäude der Ungarischen Königlichen Hofkammer wurde in den Jahren 1753–1756 als öffentliches Gebäude errichtet. Der Hofbaumeister des Kaiserhofes zu Wien, der Italiener Giovanni Battista Martinelli, orientierte sich am „Meister“ Johann Bernhard Fischer von Erlach.
- Bei einer Steinerkundung in Bratislava ergab sich: zumindest sämtliche Stiegenstufen im Gebäude aus Kaiserstein.[168]

### Für Graf Antal Grassalkovich I., Präsident der königl. ungar. Hofkammer
Das Palais Grassalkovich wurde 1760 für Graf Antal Grassalkovich I., Präsident der königlich ungarischen Hofkammer, durch Architekt Andreas Mayerhoffer errichtet, der für ihn bereits das Schloss Gödöllő bei Budapest erbaut hatte, baugeschichtlich ein Vorbild für das Palais in Pressburg, der Hauptstadt des damaligen Ungarn.
Dieses Bauwerk hat schöne Räume, den so genannten spanischen Saal und das prachtvolle, reich mit Skulpturen ausgestattete Treppenhaus, sind zu erwähnen. Die Stiegenstufen aus hartem weißen Kaiserstein aus Kaisersteinbruch, damals Ungarn, jetzt Burgenland.
In ihm befindet sich der Sitz des Präsidenten der Slowakischen Republik.

### Für Bierbrauer Michael Spech in seinem Palast, Stadtgalerie Bratislava im Mirbachpalais
Erbaut wurde der Palast 1768 bis 1770 nach Plänen des einheimischen Baumeisters Matthäus Höllrigl im Auftrag des Bierbrauereibesitzers Michal Spech. Er entstand anstelle eines früheren Bauwerks aus dem 15. Jahrhundert. Das Treppenhaus und die Repräsentationsräume des Palastes im ersten Stockwerk sind im so genannten Bratislavaer Rokoko-Stil geschmückt.
- Für die Stufen der Treppe und Bodenplatten wurde harter Stein aus dem kaiserlichen Steinbruch am Leithaberg verwendet.

## Kaiserstein für Platten in Kirchen und Pfarrhöfen
Aus einer Jahresabrechnung der St.-Nicolai-Zeche in Purbach von 1747 geht hervor, dass Steinmetzmeister Johann Baptist Regondi in der Umgebung Platten in Kirchen und Pfarrhöfen verlegt hat (die vielleicht noch erhalten sind): 1747, Herrn Regondi in Steinbruch
- für steinerne Platten und Steinmetz-Arbeit … 19 fl 53 kr
- solche herein zu führen … 3 fl

## Kaiserstein für Abt Robert Leeb vom Stift Heiligenkreuz, für das „Wiener Tor“

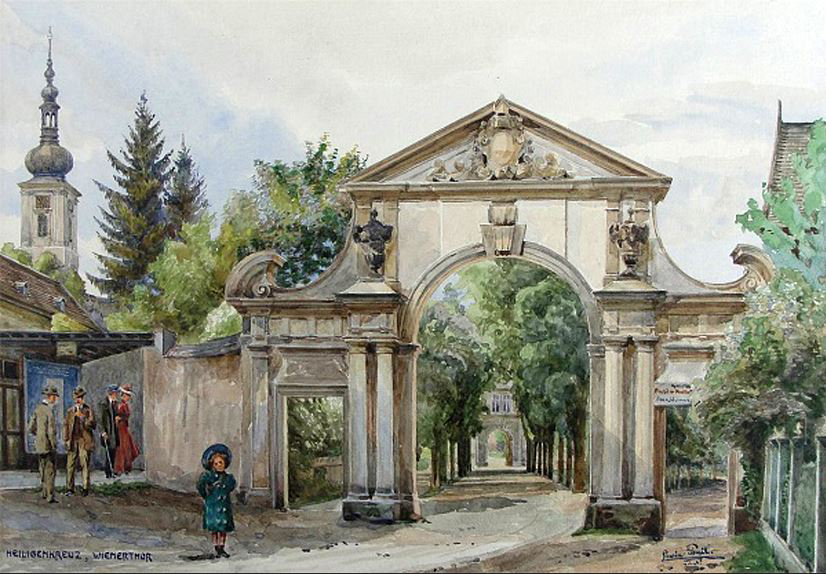
Aquarell E. Pendl 1909

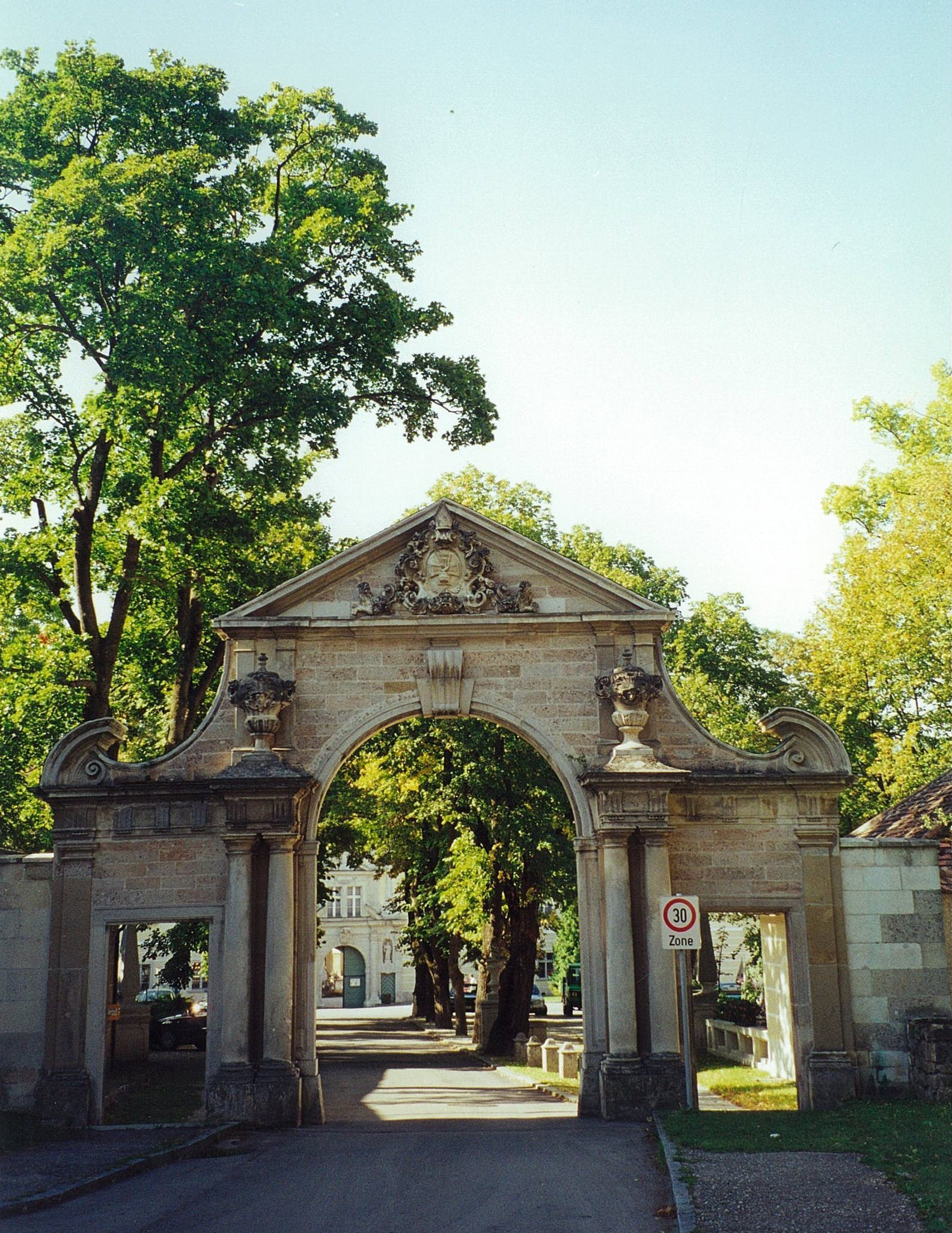
Wiener Tor

Zugang zum Vorhof des Stiftes im Bereich des Klostergasthofes, urkundlich errichtet 1747, Architekt Franz Anton Pilgram, Steinmetzmeister Elias Hügel mit dem Stein aus seinen Kaisersteinbrucher Steinbrüchen. Ein dreiachsiger Aufbau überhöht von Voluten flankiertem Dreiecksgiebel, mit rundbogigem Durchfahrtsportal und rechteckigen Gehtüren.
- Straßenseitige Pilastergliederung und hofseitig Doppelsäulen mit Aufsatzvasen und einer Wappenkartusche (Schwurhand der Zisterzienser)

## Kaiserstein für den Trienter Hof in der Domgasse in Wien
Das heutige Gebäude ist ein monumentales Miethaus auf unregelmäßigem Grundriss mit zwei Innenhöfen und einer geknickten Fassade zur Domgasse. Es wurde 1753–1755 von Johann Enzenhofer erbaut. In der Eingangshalle rechts befindet sich die große Stiege, deren Stufen – zumal im unteren Bereich teilweise ausgebessert – aus Kaiserstein bestehen.

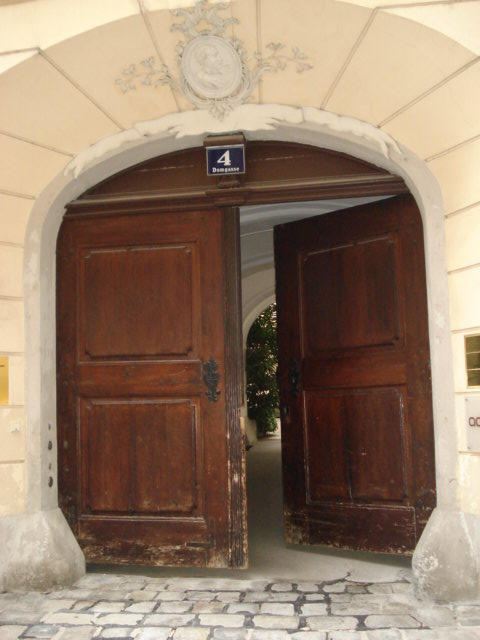
Domgasse 4, Trienter Hof
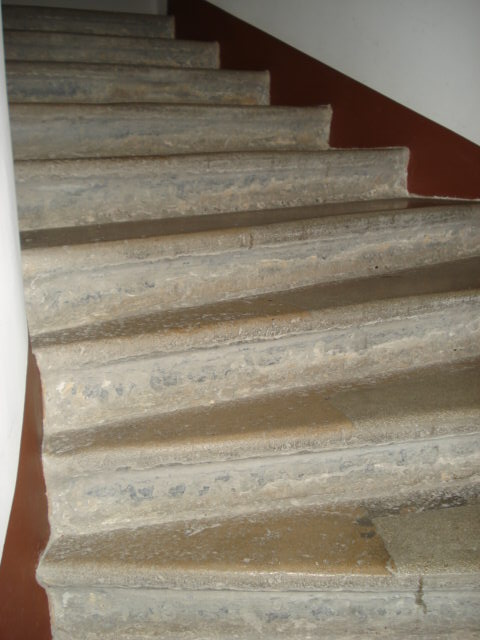
Gewendelte Stiege mit Kaisersteinstufen
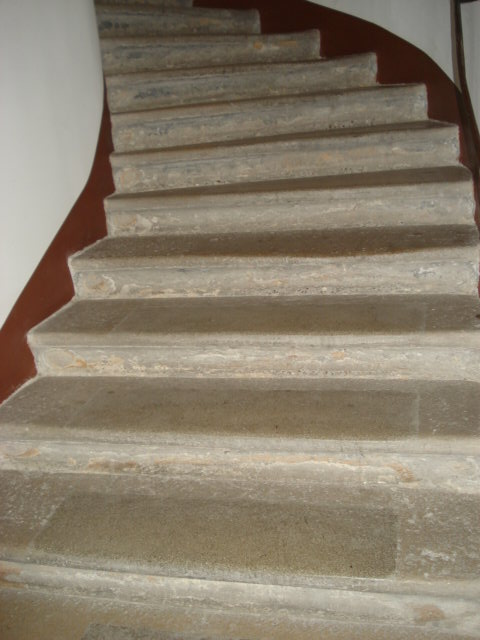

## Kaiserstein für das Kolleg St. Michael in der Habsburgergasse in Wien

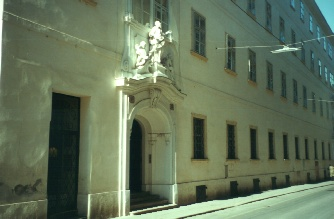
Tor zum Barnabitenkolleg

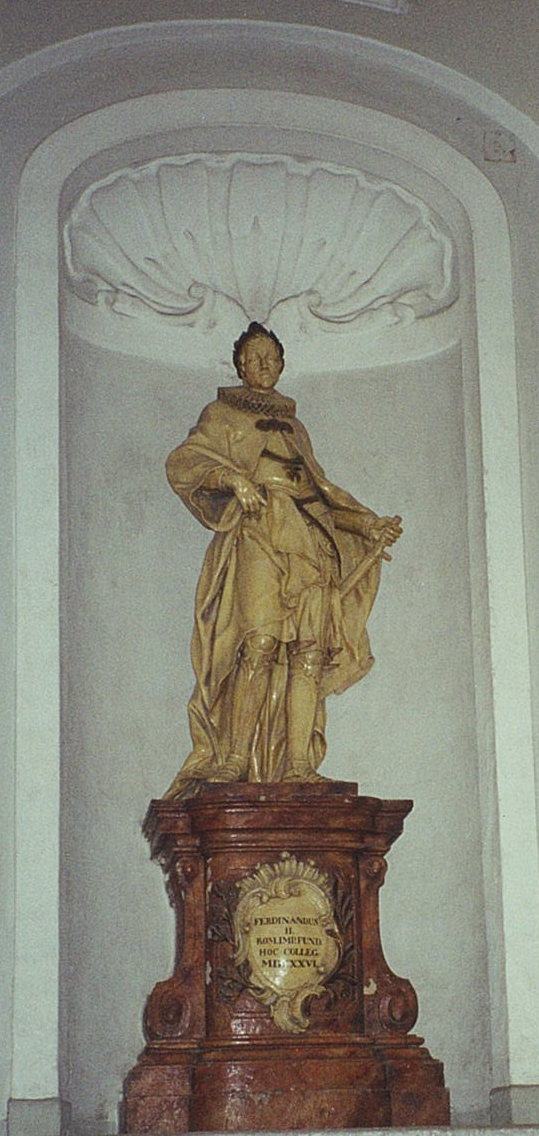
Ferdinand II.

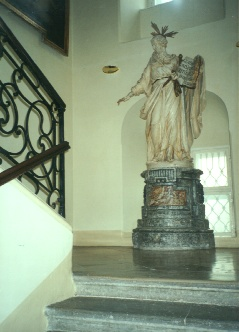
Moses

1705 wurde das auf dem Kohlmarkt bereits 1650 ausgeführte Barnabitenkolleg ein Raub der Flammen. Den Neubau errichtete man auf den Gründen des alten Pfarrhofs in der heutigen Habsburgergasse.
1756 erhielt das Gebäude seine heutige Gestalt. Dokumentiert ist der Wiener Steinmetzmeister Andreas Högl, ein Neffe von Hofsteinmetzmeister Elias Hügel. Andreas Högl war Obervorsteher der Wiener Bauhütte 1762 und 1766. Der Kaisersteinbrucher Steinmetzmeister Johann Gehmacher lieferte Kaiserstein für sämtliche Stiegenstufen, große Pfeiler und Tore.
- Ein Beispiel: In das löbl. S. S. Michaeli Collegium, die Stiegenpfeiler betreffend: 4 Stiegen Pfeiler, jeder 2 Stockh hoch von hartem Kaißer Steinbröcher Stein, … doch die Gesims von Eggenburger Stein … 1.221 fl.
- Die Barnabiten beauftragten für die beiden Portale mit figuralem Schmuck den Bildhauer Johann Joseph Resler 1756 mit dem figuralen Schmuck der Treppe, ein Standbild von Kaiser Ferdinand II.

## Kaiserlicher Besuch im Steinbruch
Kaiserin und Königin Maria Theresia hielt sich in ihren jüngeren Jahren oft einige Wochen in Mannersdorf auf. So kam sie mit Gemahl, dem Kaiser Franz I. und Sohn, dem Thronfolger Joseph, ihrem kayserlich-königlichen Steinbruch am Leithaberg, dem damals in Betrieb gestandenen Gesellschaftsbruch einen kurzen Besuch abzustatten. In diesem Bruch wurde der echte Kaiserstein erzeugt.
Bei dieser Gelegenheit probierte Joseph mit einem Spitzeisen und einem Steinmetzschlögel so ein Stück Kaiserstein zu bearbeiten. Den Schlögel und das Spitzeisen durfte er sich als Andenken mit nachhause nehmen, worauf er mit einem Handschreiben versehen der Steinmetzbruderlade in Kaisersteinbruch den ansehnlichen Betrag von 25 Gulden überweisen ließ.

## Kaiserstein für die Stufen der großen Stiegen in der Hofburg
Die fünfzig, nur zum Teil großzügigen, Treppenhäuser und Stiegen der Wiener Hofburg waren wichtiger Bestandteil des höfischen Lebens während der Kaiserzeit.
- Die Säulenstiege, um 1748 errichtet, wirkt durch den Überraschungseffekt. Die Stiege liegt im ältesten Teil der Hofburg und wurde Jahrhunderte später eingebaut.

### Spanisches Hofzeremoniell
Das Spanische Hofzeremoniell regelte auch das: Bei jedem Besuch war, seinem Rang entsprechend, genau festgelegt, wie viele Schritte der Kaiser seinem Gast entgegenzugehen hatte.
So hatten die Kurfürsten das Anrecht, dass ihnen der Kaiser 3 Stufen entgegenzugehen hatte. Doch bei einem Besuch des Kurfürsten von Mainz blieb Kaiser Leopold I. nach 2 Stufen stehen. Seiner Meinung nach war das genug, immerhin hatte der Mainzer bei der Kaiserwahl nicht ihm, sondern seinem Rivalen die Stimme gegeben.
- Die Botschafterstiege gegenüber, um 1751 errichtet, die Freitreppe neben der Burgkapelle in 2 breiten Flügeln führte zu den Appartements des Herrscherpaares.
- Die Zehrgadenstiege ist sehr alt, die ersten erneuerten Stufen aus rumänischem Stein, darüber Wöllersdorfer-, untergeordnet auch Kaiserstein (der Hof-Zehrgadner, der spätere Hof-Küchenchef).
- Die Adlerstiege zwischen Amalien- und Leopoldinischem Trakt, von Karl VI. erbaut, von Maria Theresia 1752 fertiggestellt und prunkvoll ausgestattet.
- Die Alexanderstiege (nach Zar Alexander I. von Russland) benannt, der Antritt aus Mannersdorfer Stein, die Stufen Kaiserstein.
- Die Zuckerbäckerstiege wendelt sich 3 Stockwerke hinauf, vom Personal viel begangen. Kaiserstein mit vielen untauglichen „Ausbesserungen“.
- Die Bettlerstiege hat Antrittstufen aus Wöllersdorfer Stein, die Stiege selbst Kaiserstein.
- Die Feststiege zum Prunksaal der Nationalbibliothek mit Stufen aus glattpoliertem besterhaltenem Kaiserstein.
- Die ehem. Schatzkammerstiege, neuer Name Gottfried von Einem-Stiege mit Kaisersteinstufen.
- Die Feststiege im Michaelertrakt, Säulen aus Zeindler-Stein, einem harten Kaiserstein.

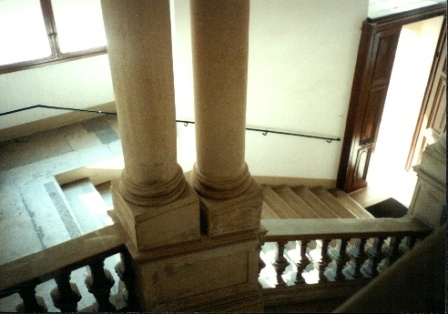
Eingangsbereich der Säulenstiege
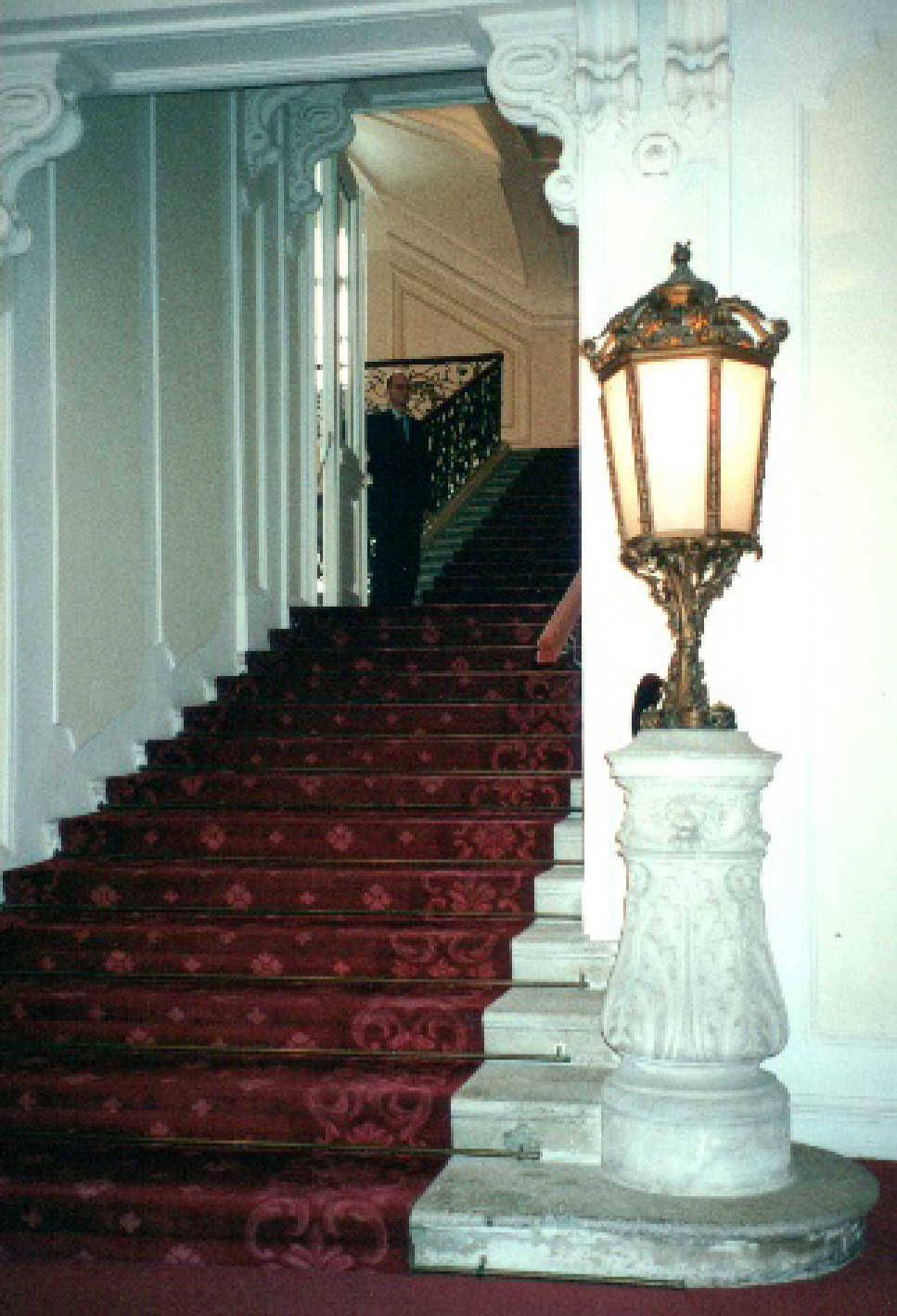
Adlerstiege
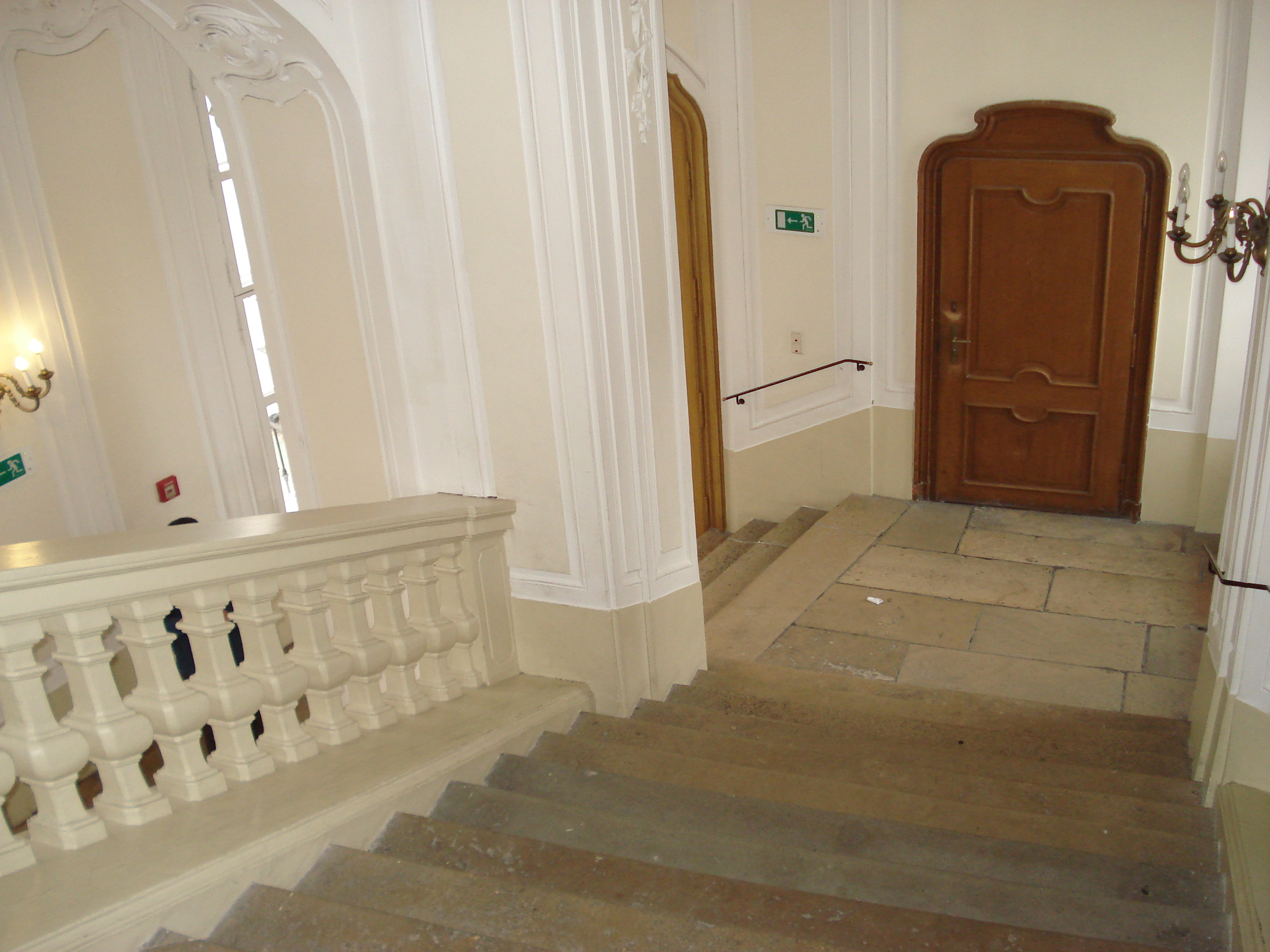
Alexanderstiege
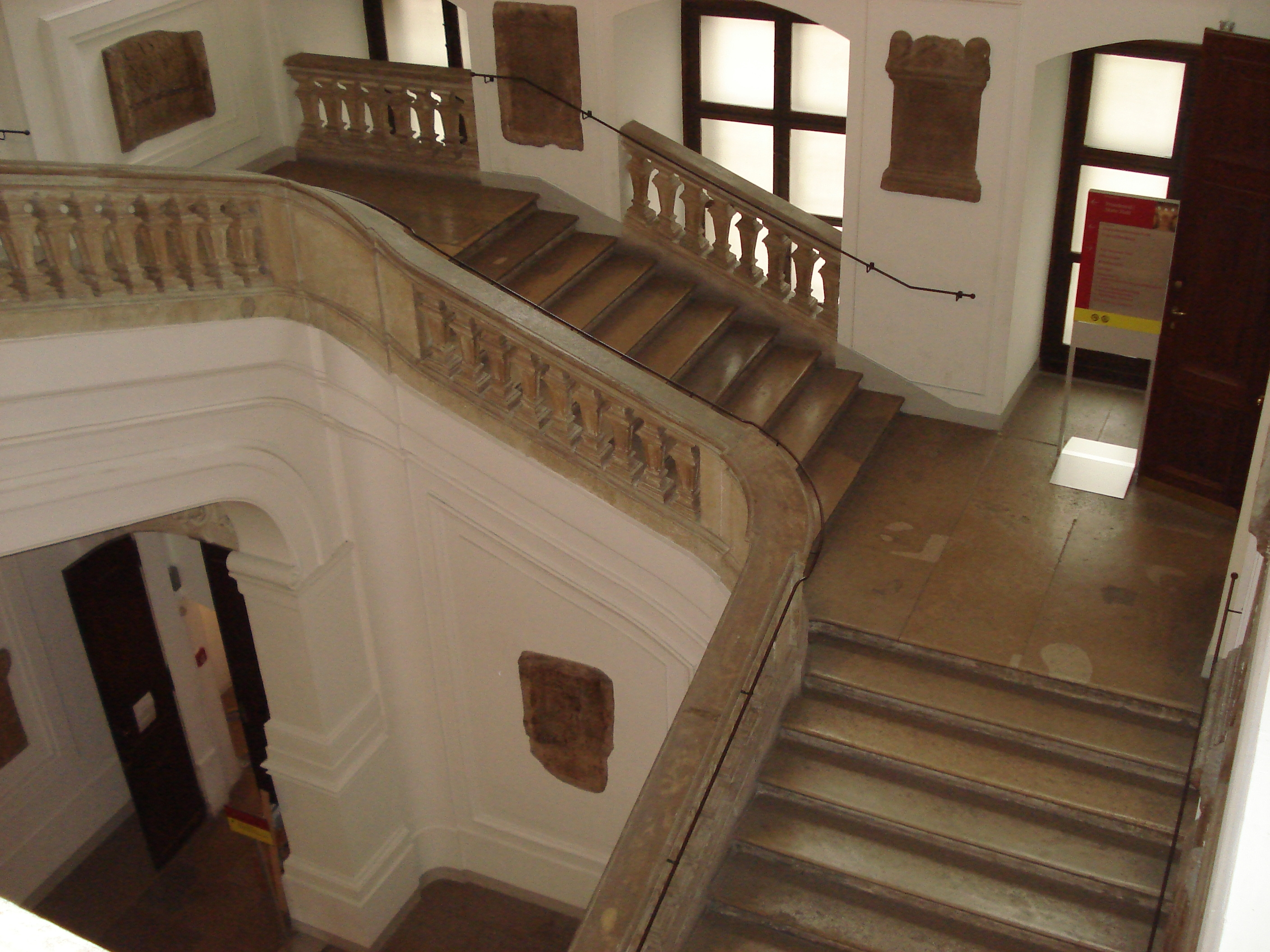
Blick auf die Feststiege der ÖNB
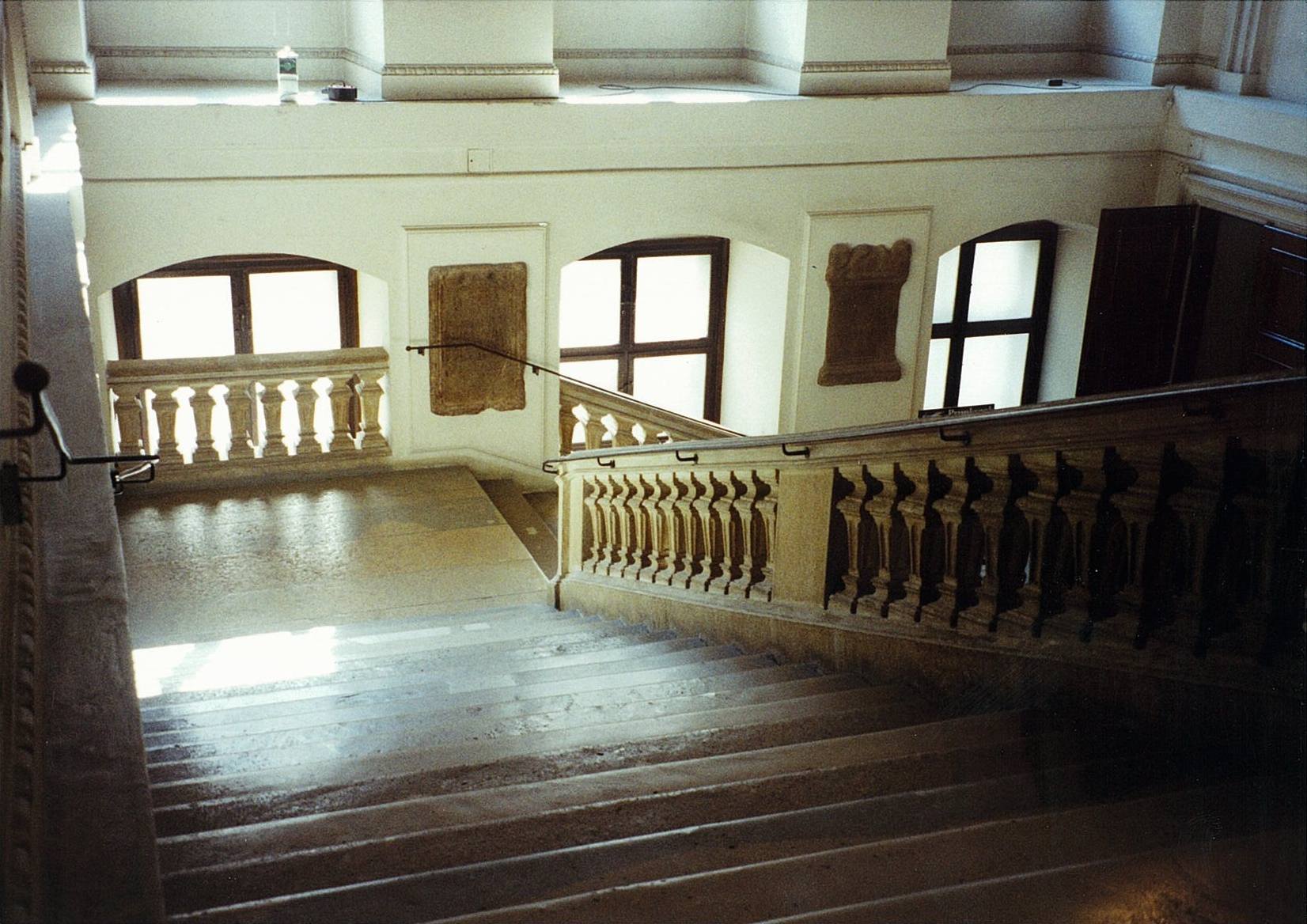
Fortsetzung der Treppe
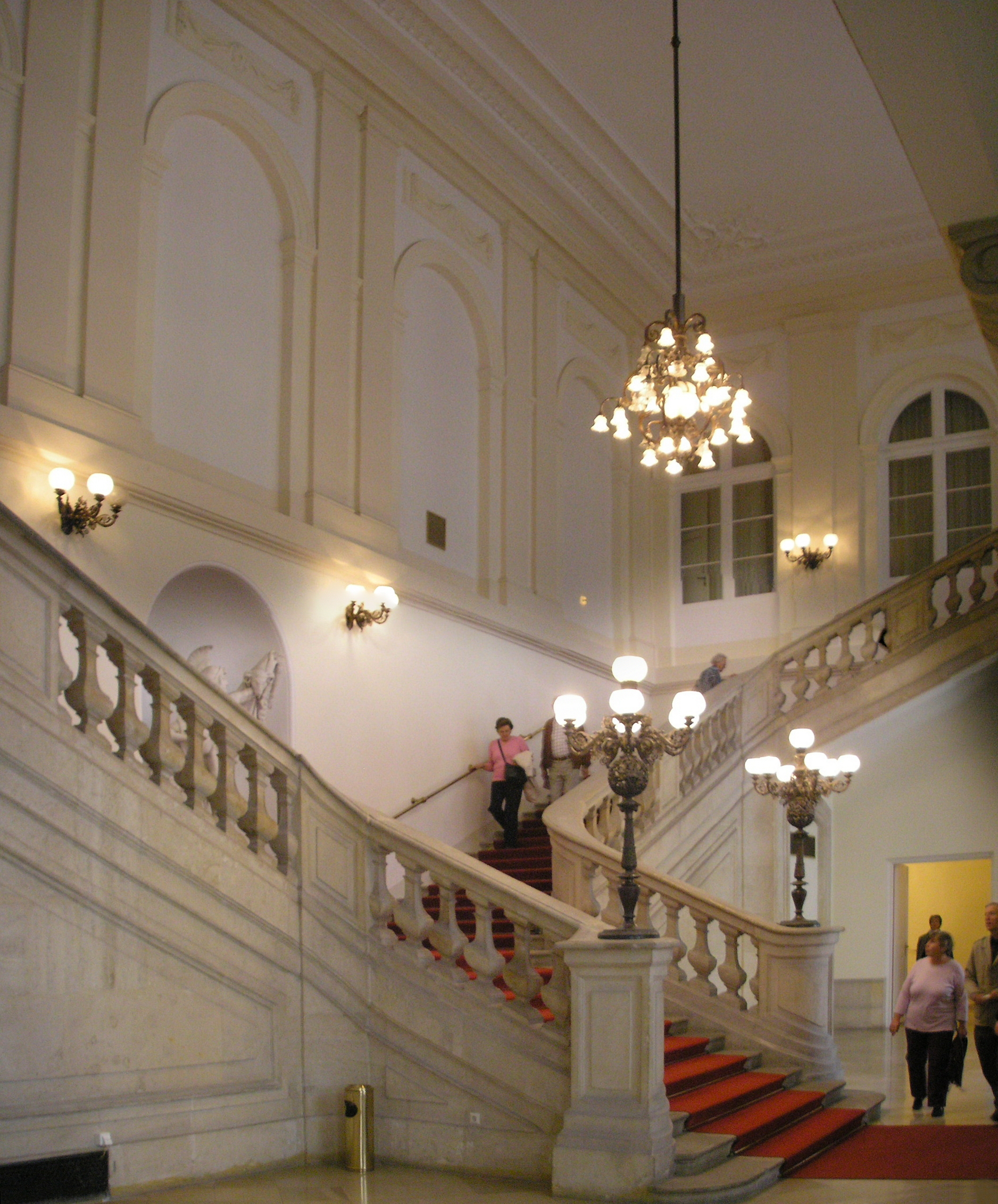
Botschafter-stiege gesamt
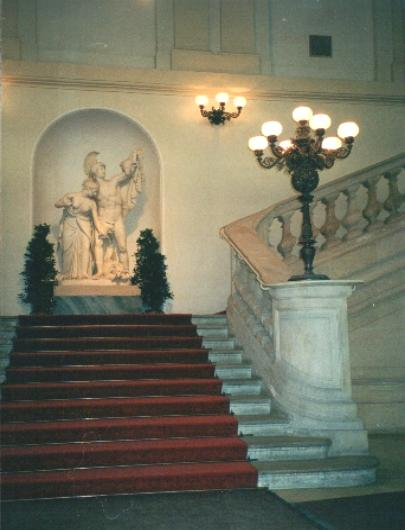
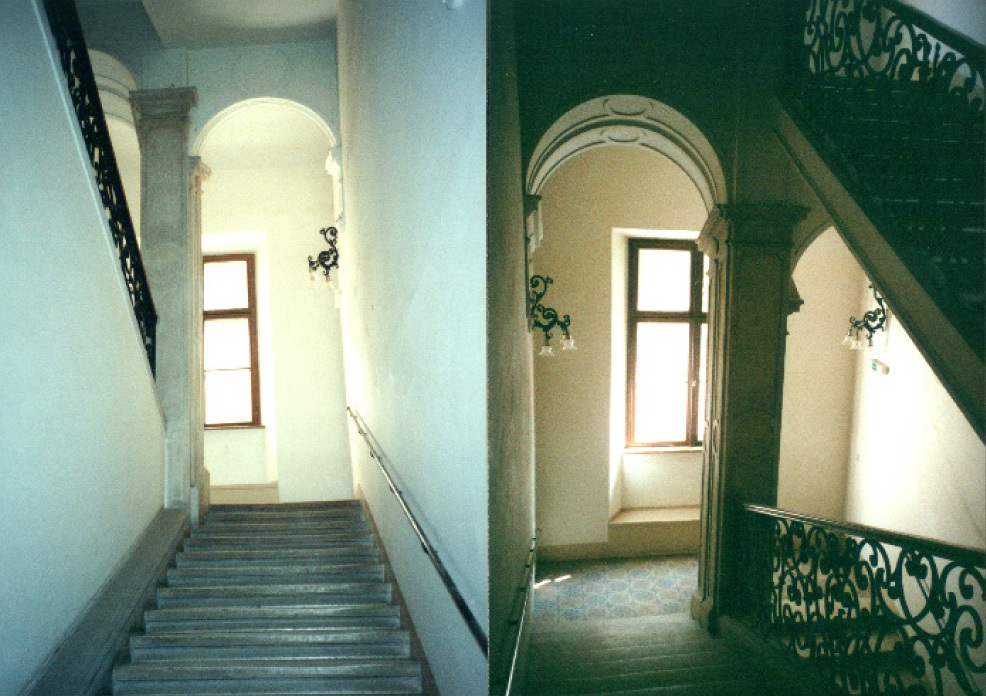
Gottfried von Einem-Stiege, Kaisersteinstufen
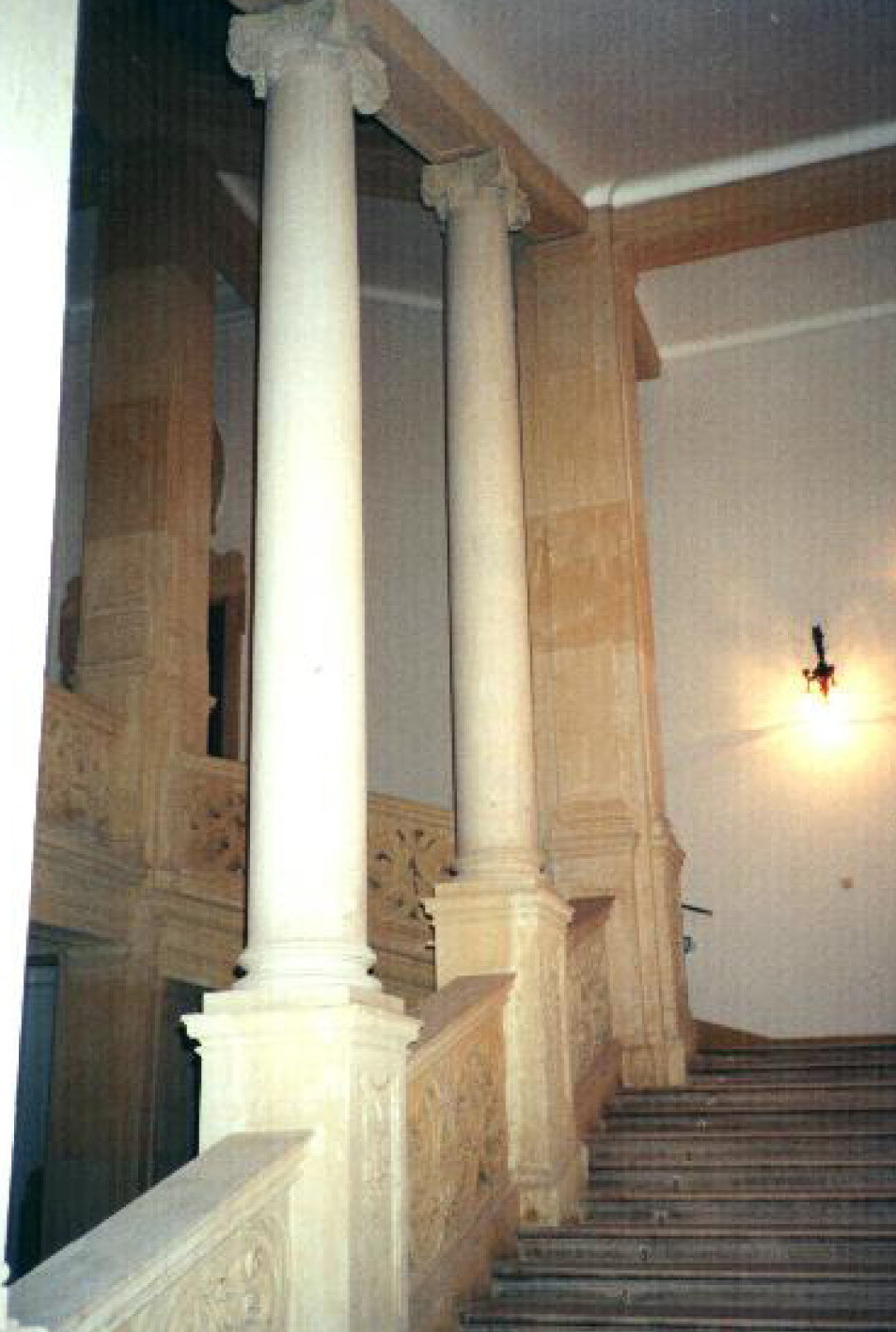
Michaelertrakt, Säulen harter Kaiserstein
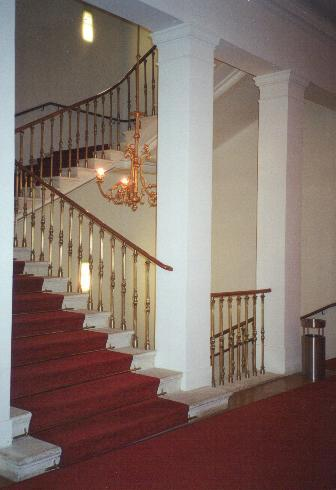
Redoutensaal-Stiege
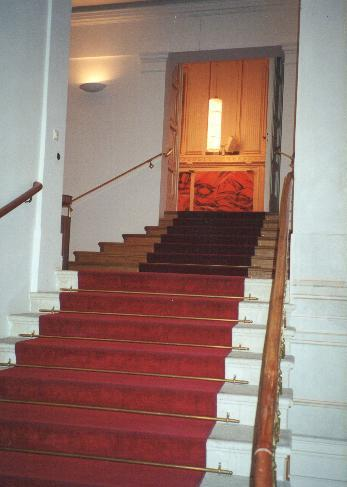
Die letzten Stufen
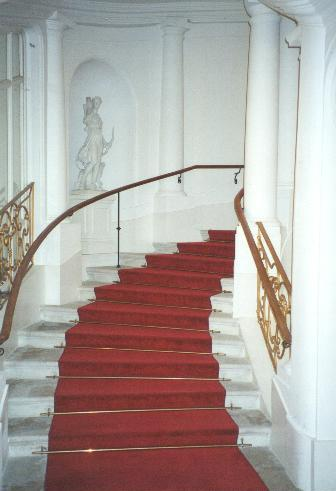
Kleine Redoutensaal-Stiege
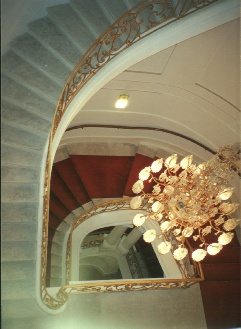
Sicht von oben
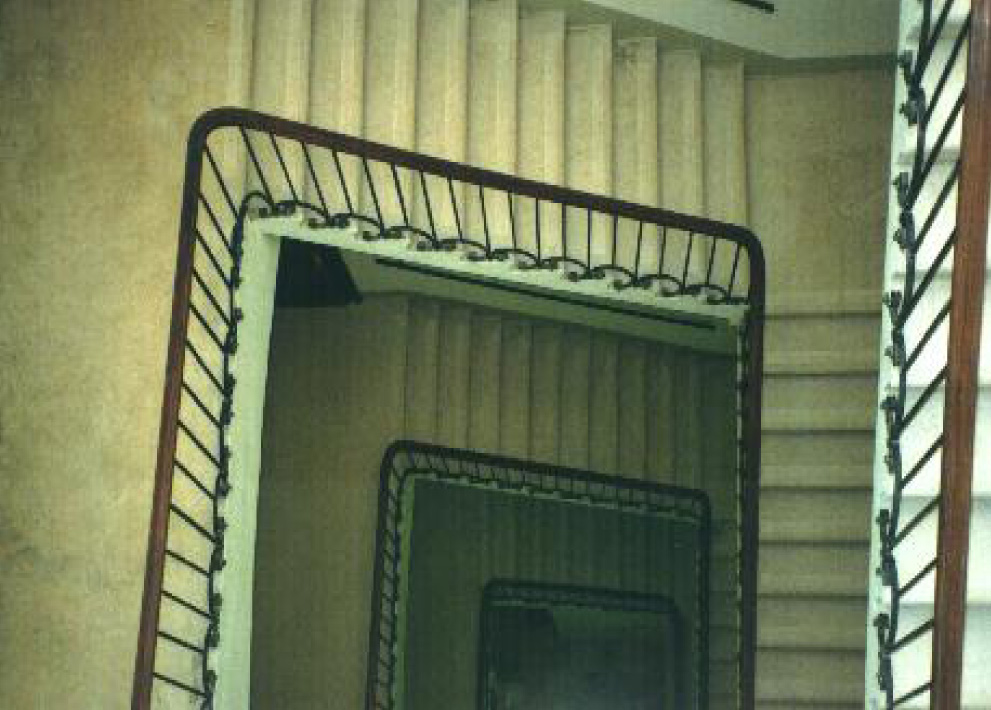
Zehrgadenstiege

- Die prunkvolle Redoutensaalstiege, die Kleine Redoutensaalstiege, vom Kapellenhof zum Josefsplatz, harter weißer Kaiserstein mit zart durchscheinenden blauen Einschlüssen.
- Die Kaiserstiege hinter dem großen Kaisertor im Burghof, ausgekleidet mit Stuckmarmor, mit Broncevasen, vergoldeten Lustern und Stufen aus Kaiserstein.
- Die Batthyánystiege mit Stufen aus Mannersdorfer-, die Bodenplatten Kaiserstein.
- Die 3 Stiegen zur Winterreitschule, vom Josefsplatz eine verschlungene Wendeltreppe, von der Reitschulgasse eine kleine zweiläufige Stiege und unter der Michaelerkuppel linker Hand durch verwinkelte Gänge eine Schneckenstiege, allesamt aus Kaiserstein
- Die Dienststiege in der „Neuerwerbung“ vom Bibliothekstrakt zur Augustinerkirche, führt zur Handschriftensammlung, Stufen und Bodenplatten Kaiserstein mit blauen Einschlüssen.[178]

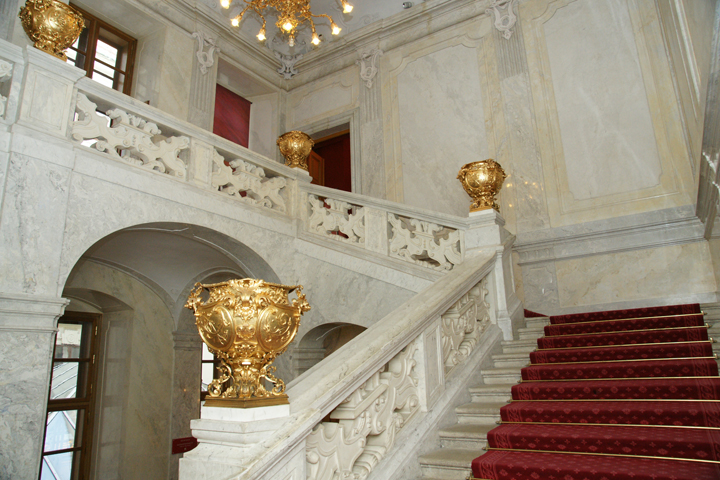
Kaiserstiege hinaufgehend
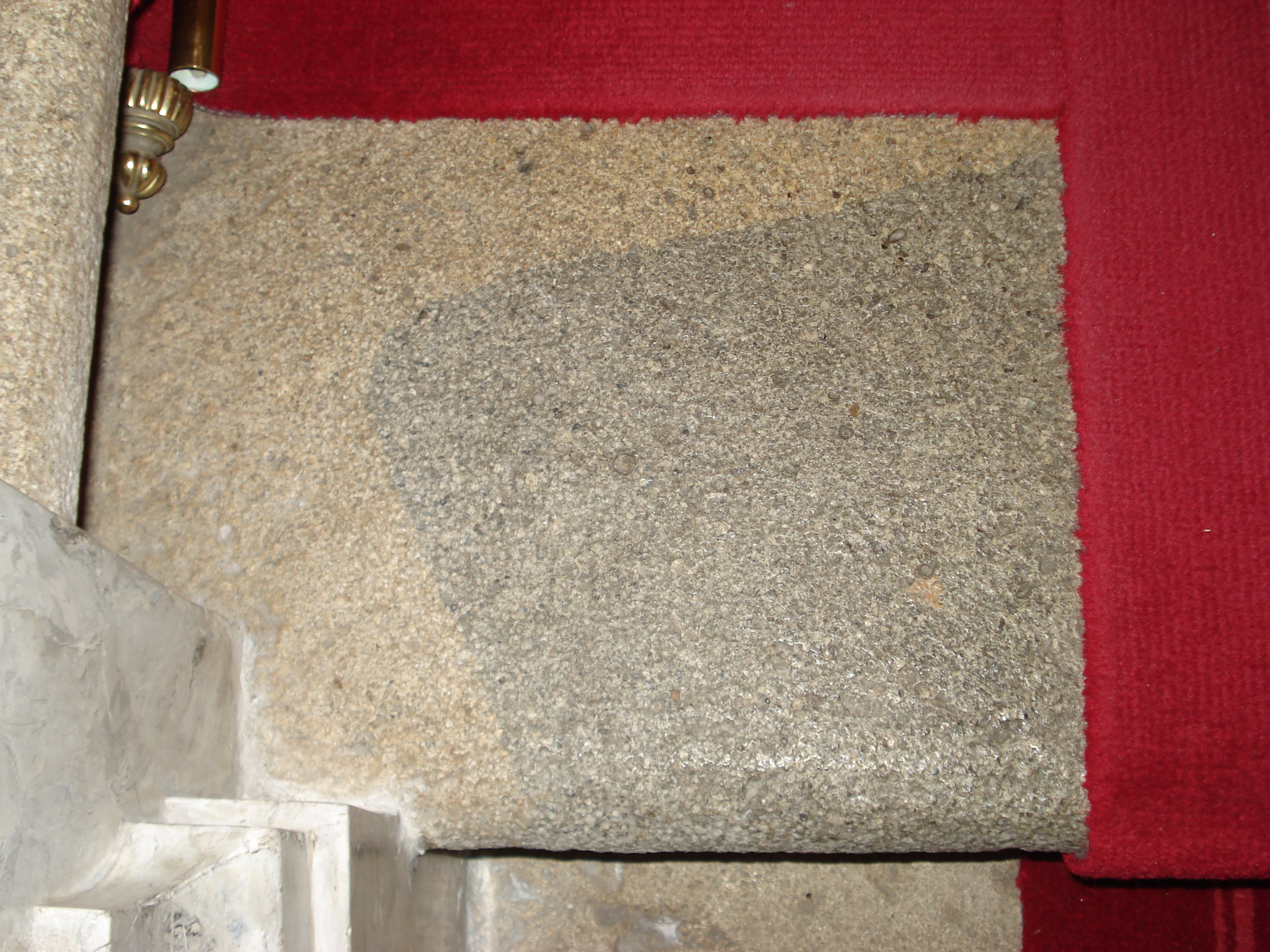
Detail einer Kaisersteinstufe
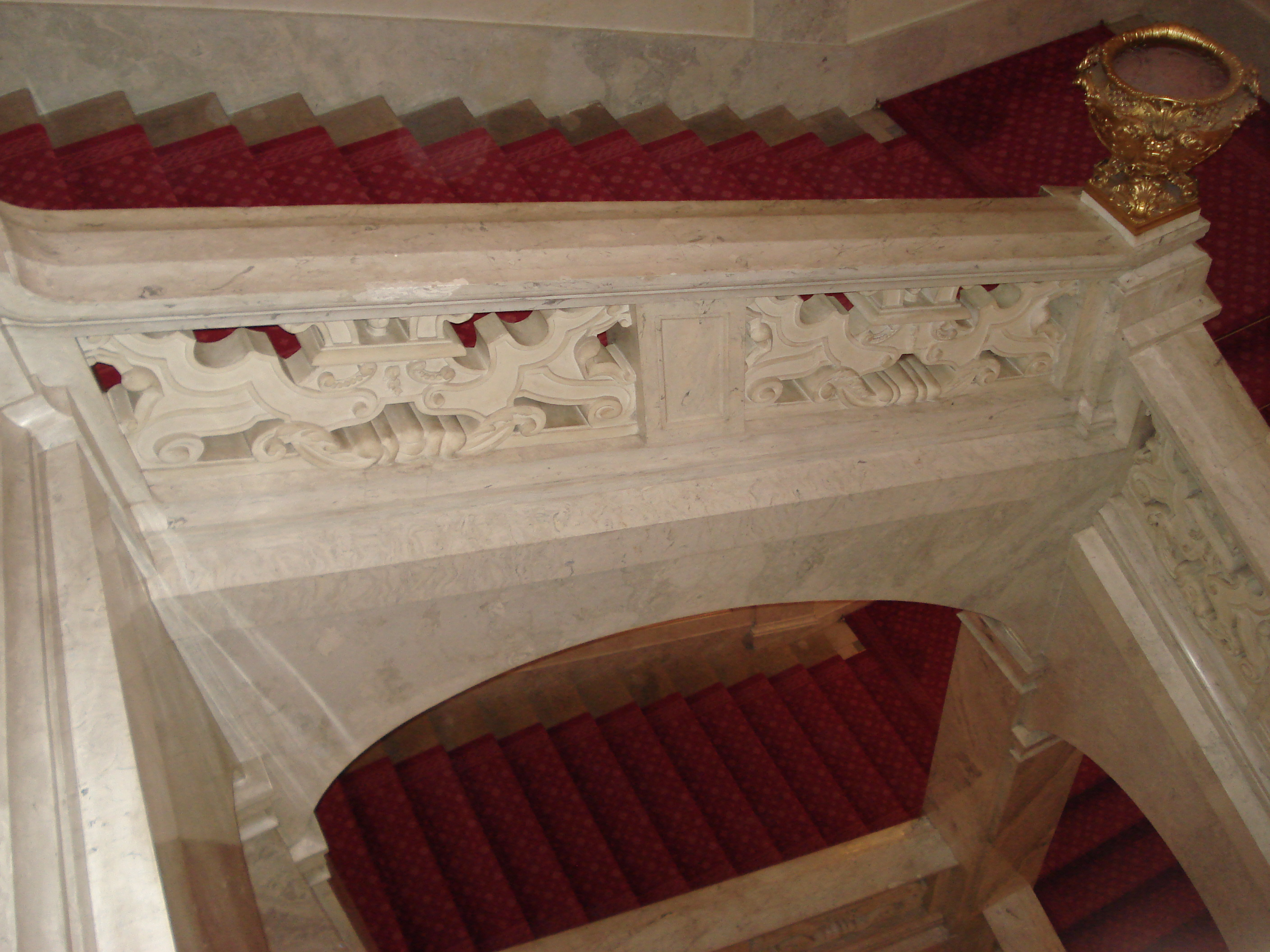
Kaiserstiege von gegenüber
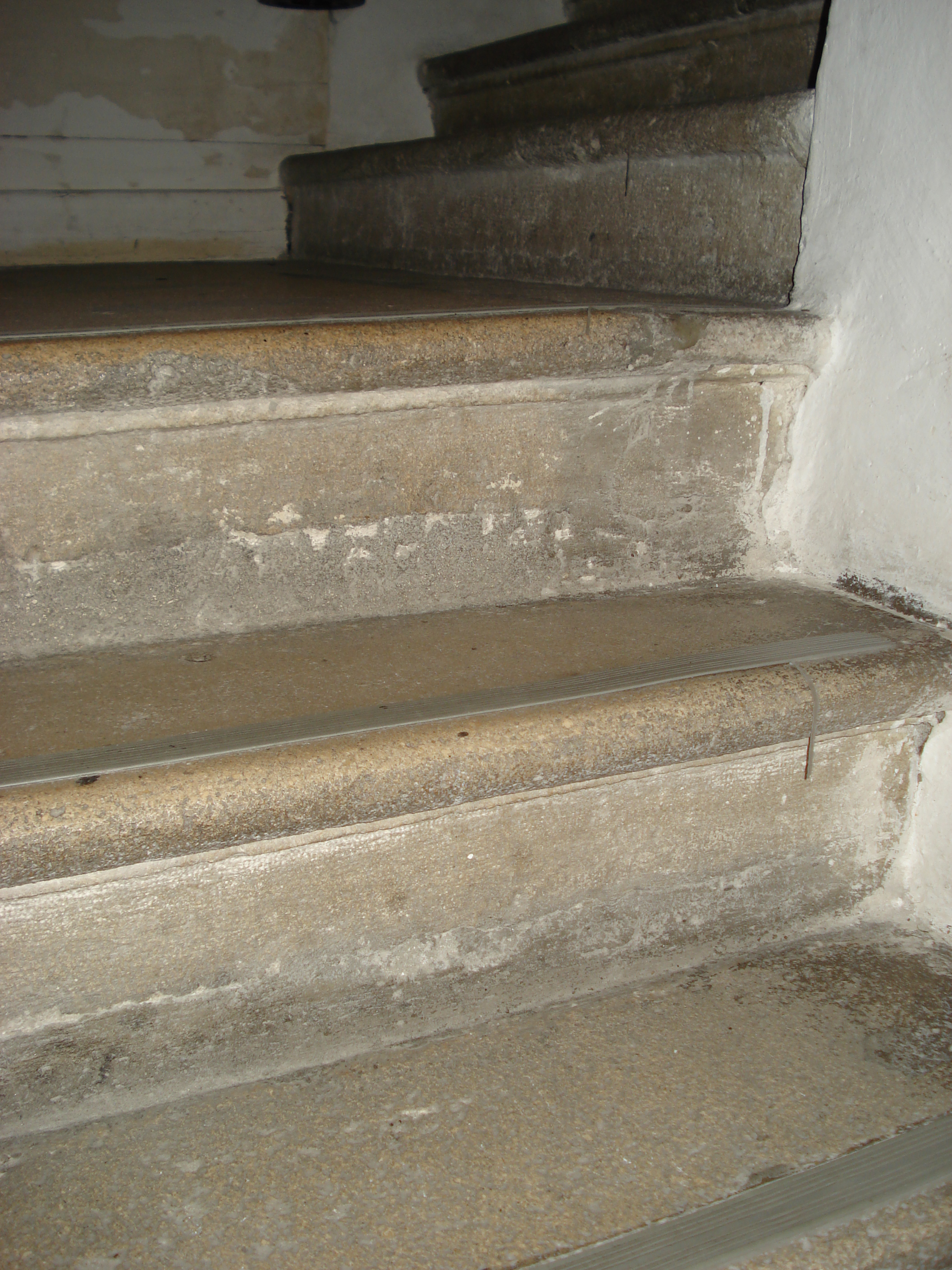
Kleine Stiege Vorraum zur Hofburgkapelle
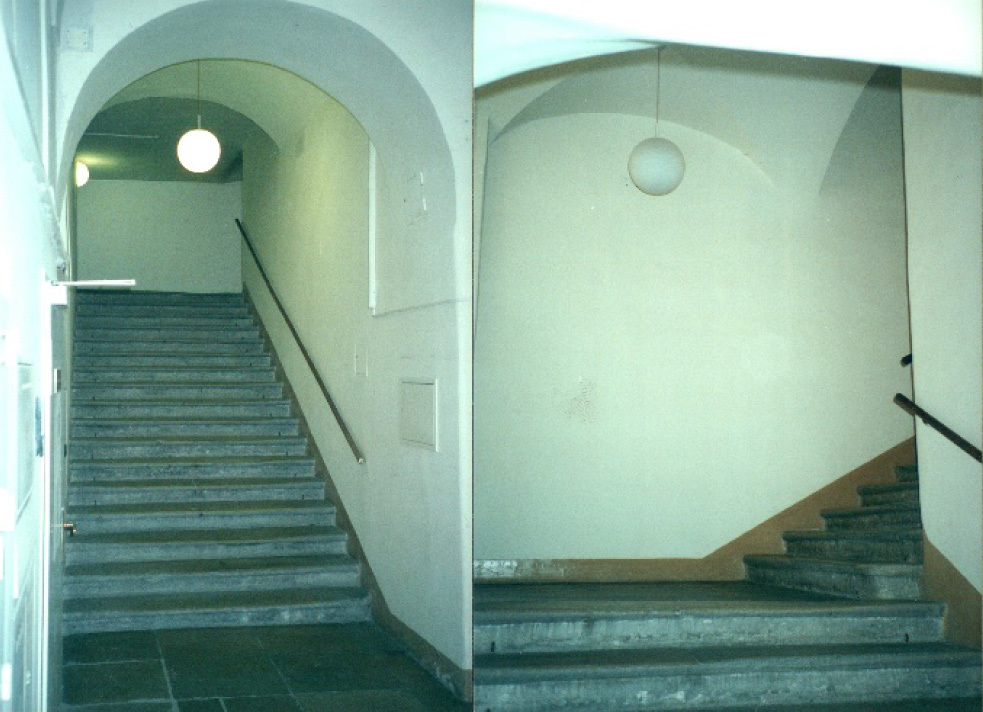
Alte Stiege beim Löweltor
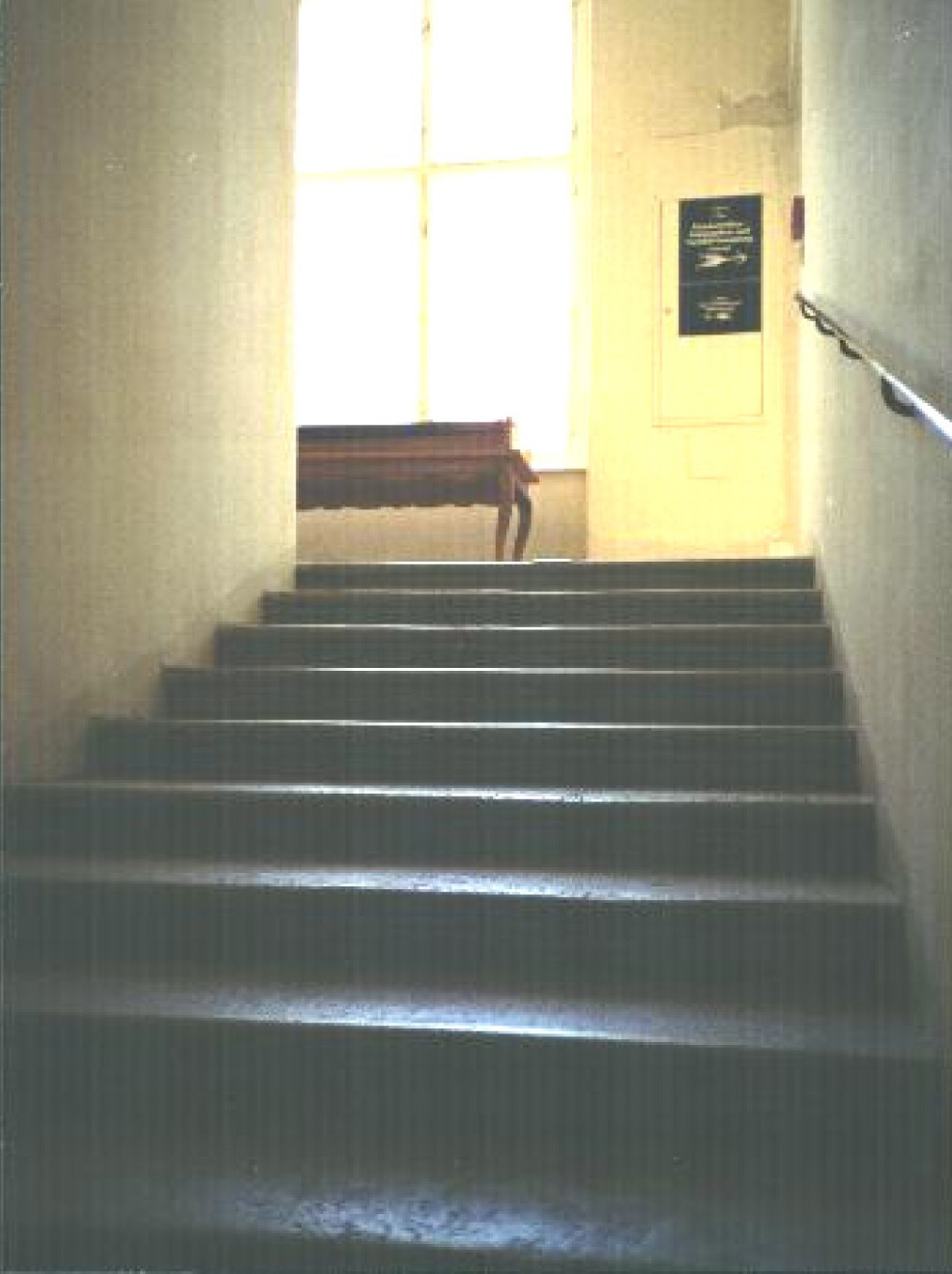
Dienststiege Handschriften-Sammlung

## Kaiserstein für den Marienaltar der Pfarr- und Wallfahrtskirche Stotzing
Laut Lorettaner Hauschronik reiste der Prior des Servitenklosters am 10. Juni 1749 nach Kaisersteinbruch, um beim Herrn Richter und Steinmetzmeister Elias Hügel den Hochaltar zu bestellen. Gräfin Csáky hatte 250 Gulden für einen neuen Hochaltar, und ebenso viel für eine Kanzel gespendet.

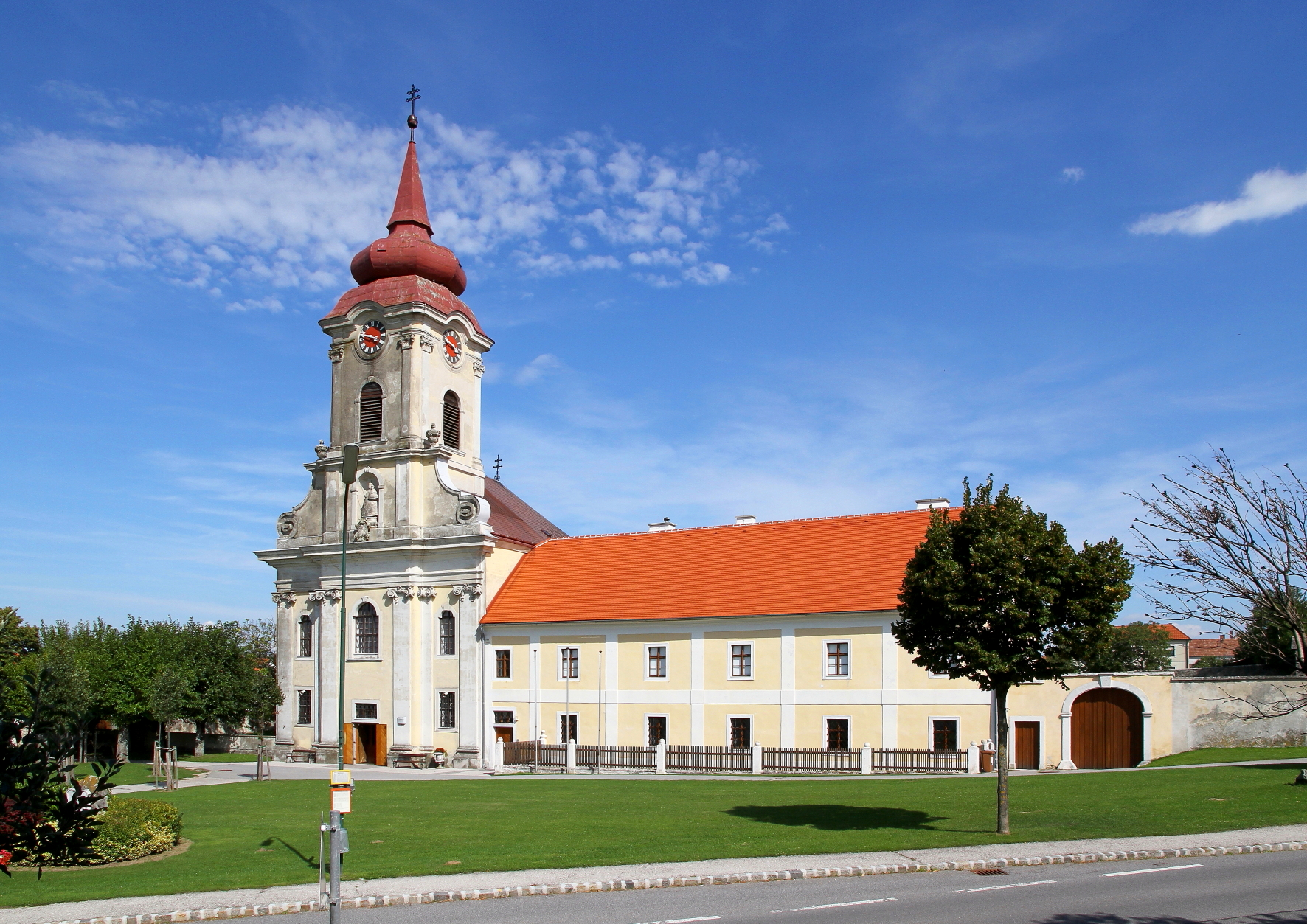
Kirche ehem. Servitenkloster
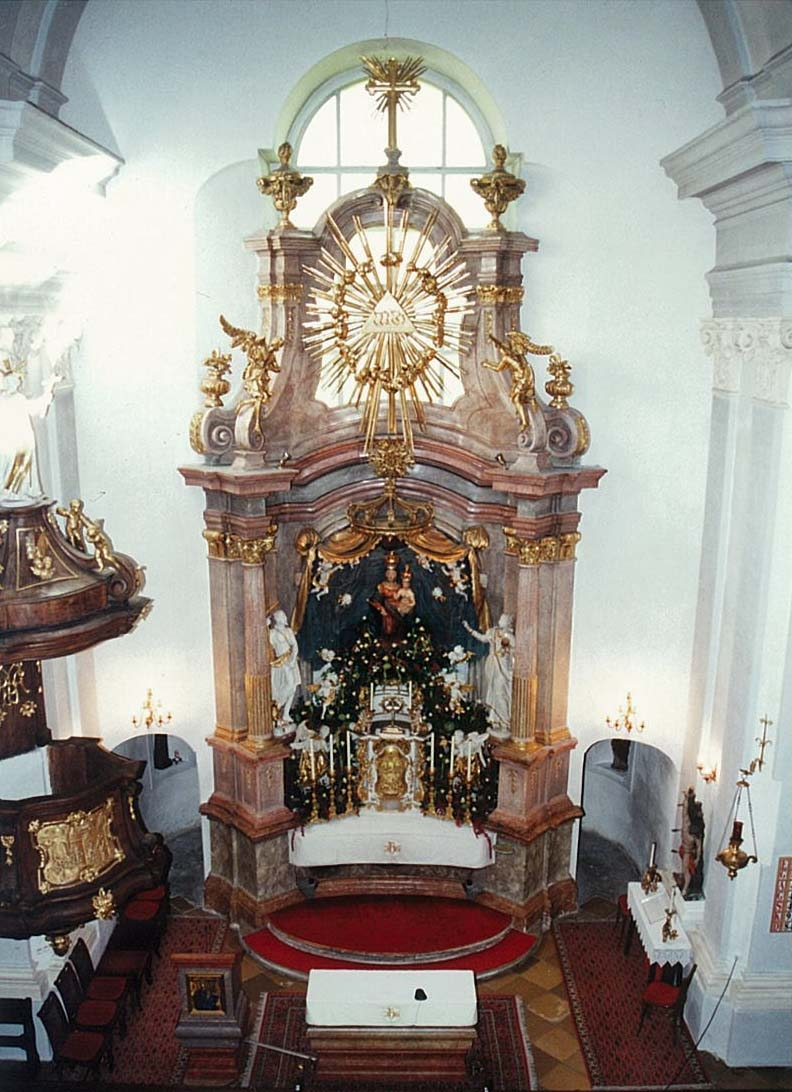
Stotzinger Marienaltar

1750 wurde die Kanzel fertig, den Hochaltar (aus Kaiserstein) ließ man marmorieren und vergolden.
- Die Kunsthistorikerin Ana-Maria Altmann: … dieser Altar ist durch eine Bandbreite von phantasievollen Formulierungen gekennzeichnet. Illusionistische Effekte, wie der lichtdurchflutete Strahlenkranz, verleihen ihm eine durchaus sonore Feierlichkeit …

Der Stotzinger Hochaltar ist der letzte (bekannte), sicher der ausgereifteste und zur Gänze erhaltene unter Hügels Altären. Bei seinem Anblick wird dem Betrachter vor Augen geführt, welch ein Meister im Entwerfen und in der Konstruktion der Künstler war. (Zitat Friedrich Opferkuh)

## Kaiserstein für den neuen Althan am Leopoldinischen Trakt der Hofburg

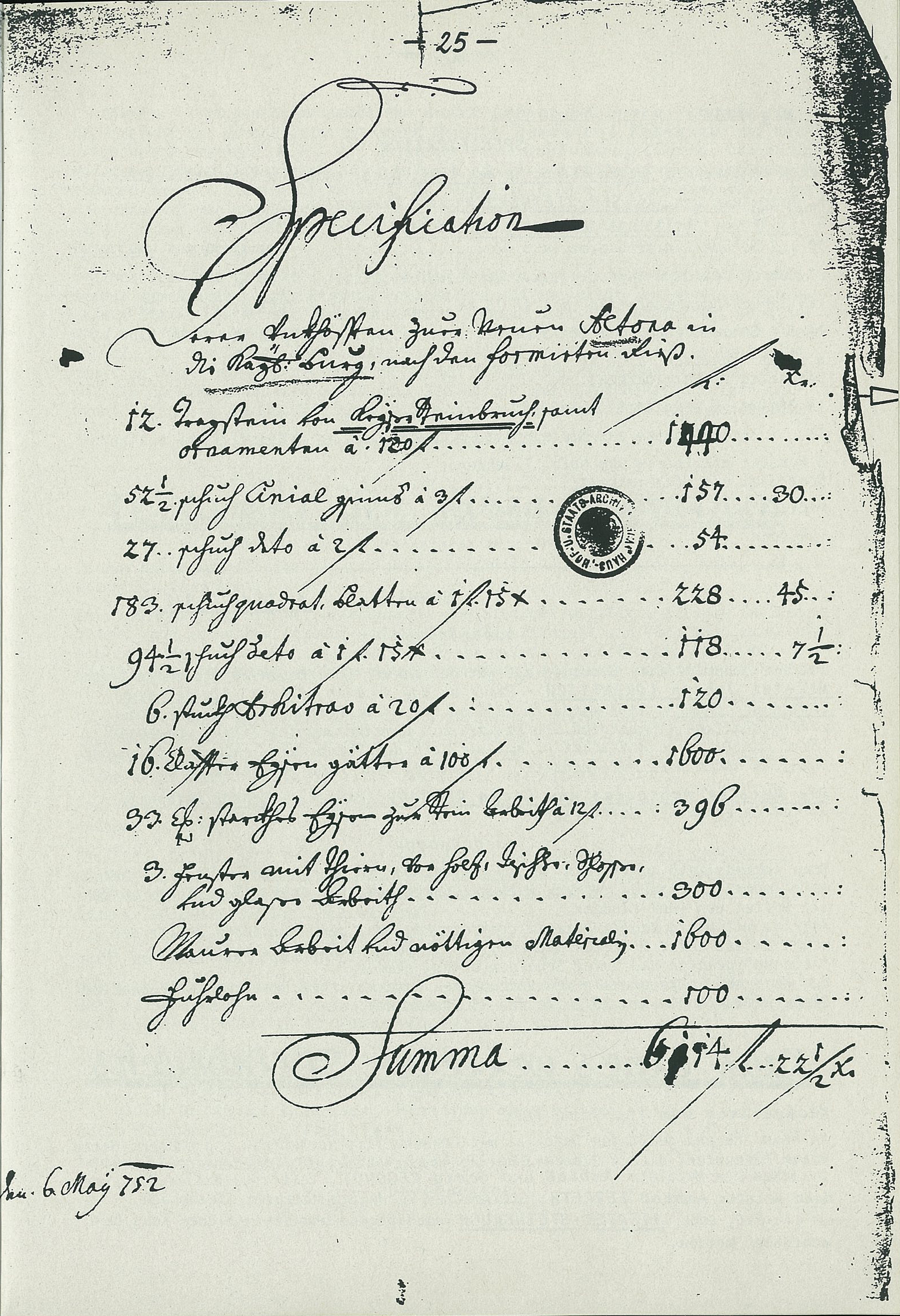
Kaiserliches Hofbauamt: Steinmetzauftrag 1752
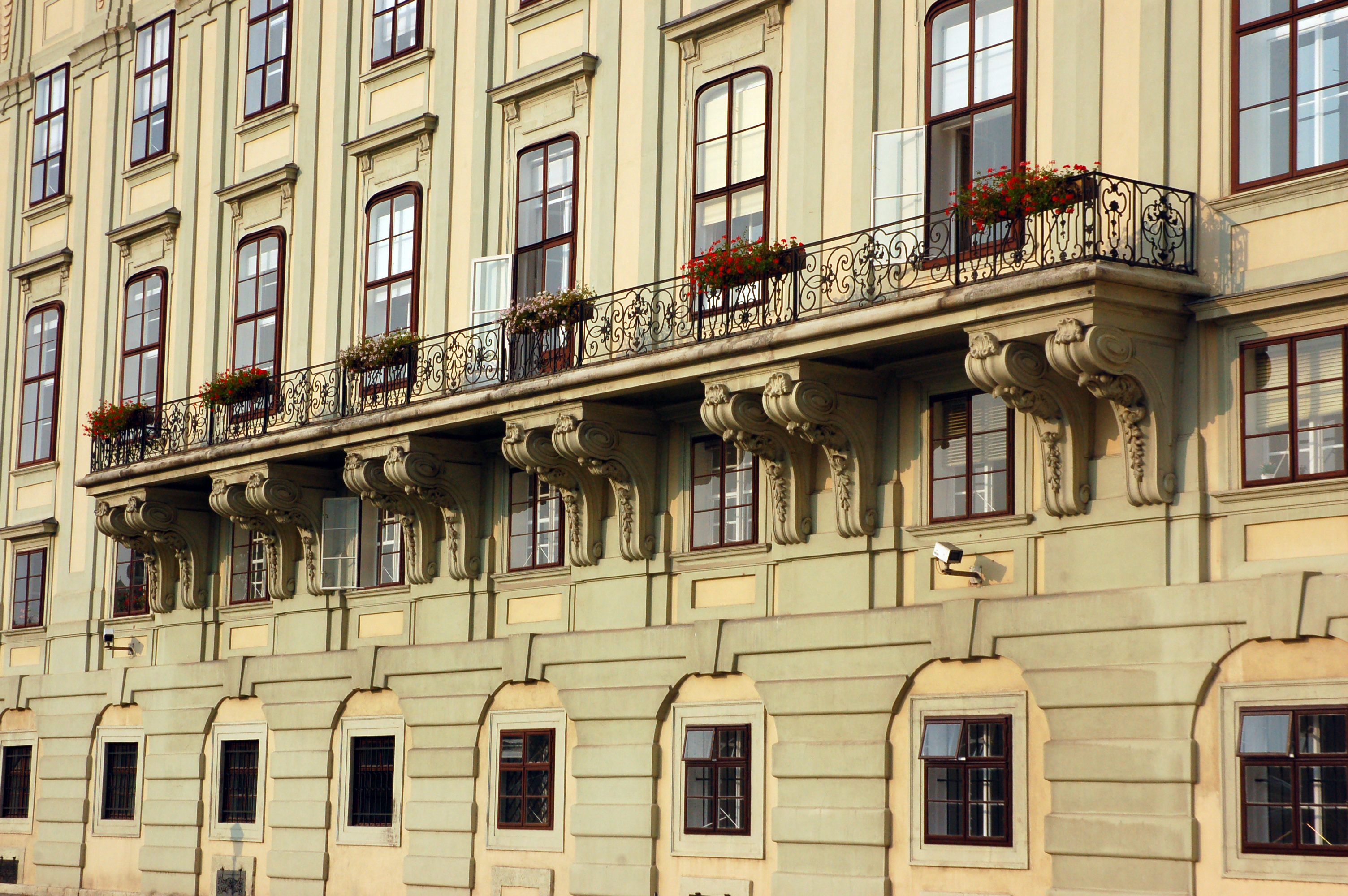
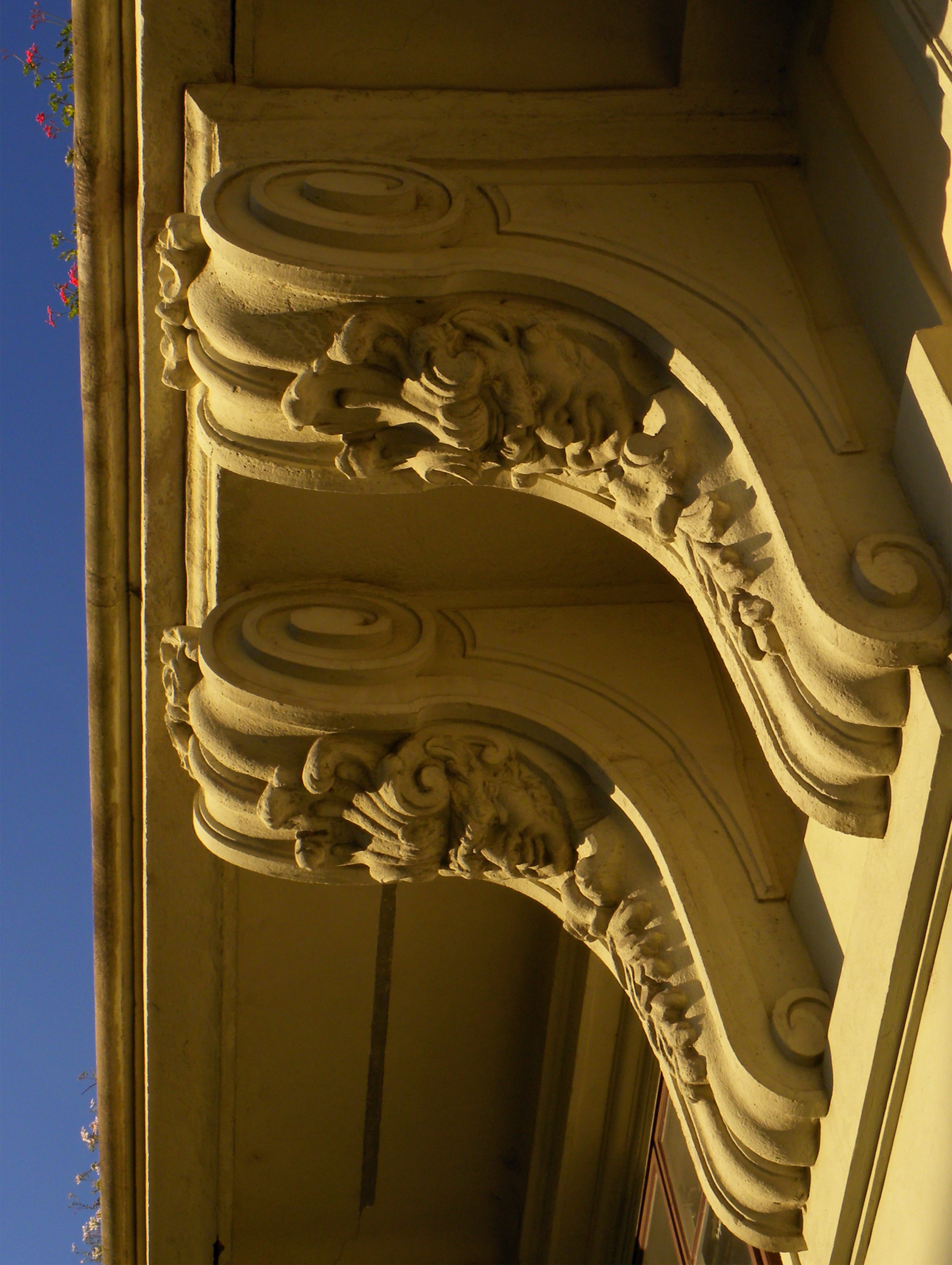
Leopoldinischer Trakt, Tragsteine der Altane Kaiserstein

Specification deren Unkhösten zur Neuen Altane in die Kayl. Burg nach dem formierten Riß. 6. May 1752.
- 12 Tragstein von KayßerSteinbruch samt Ornamenten, Linialgesims, Quadratplatten, Eysengitter, starkes Eysen zur Stein Arbeith, Fenster mit Thiern von Holz, Maurerarbeit … 6.114 fl 22 1/2 Kr.[179]

## Kaiserstein für das Geburtshaus Nestroys, Bräunerstraße 3
Bürgerhaus erbaut 1761 mit Rokokofassade und Barockportal. Über diesem ist ein Balkon mit reich verziertem Gitter. Innenhof mit offenen Pawlatschengängen.
Die Vierpfeilerstiege besteht aus Kaisersteinstufen mit kräftigen blauen Einsprengungen.
Geburtshaus von Johann Nestroy (1801–1862), seit 1871 Besitzer Erzbistum Wien.

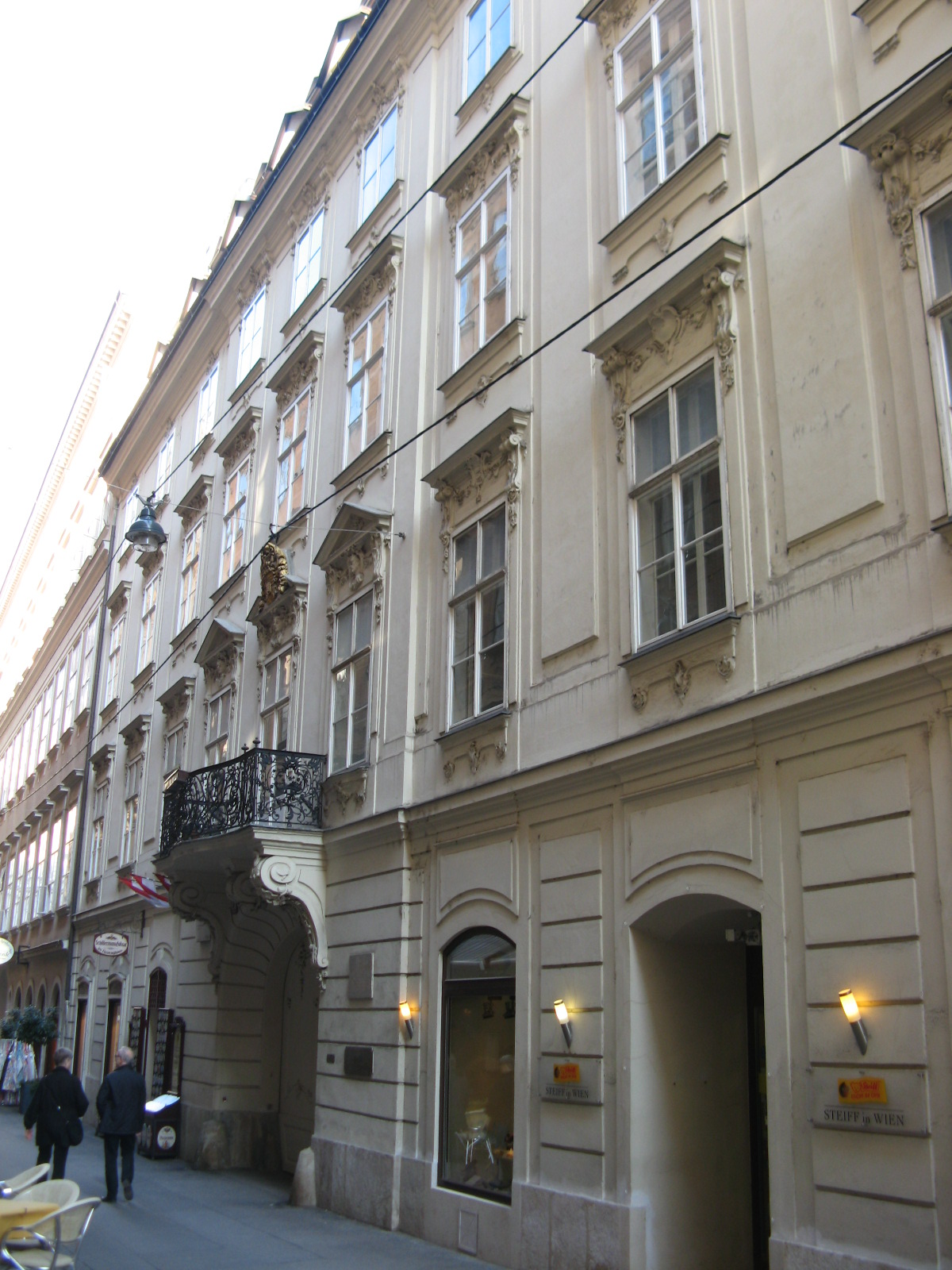
Bräunerstraße
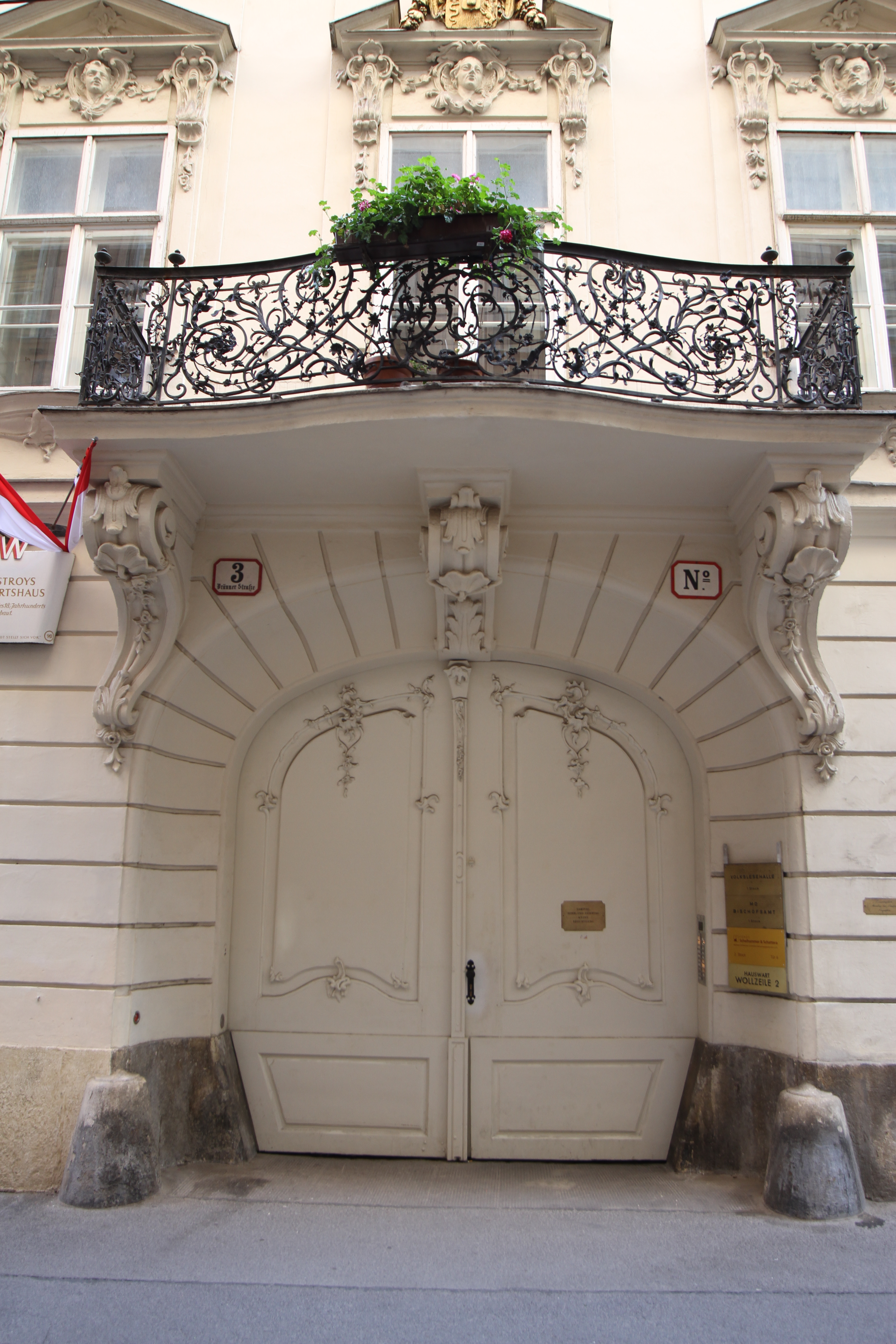
Nr. 3: Geburtshaus von Johann Nestroy
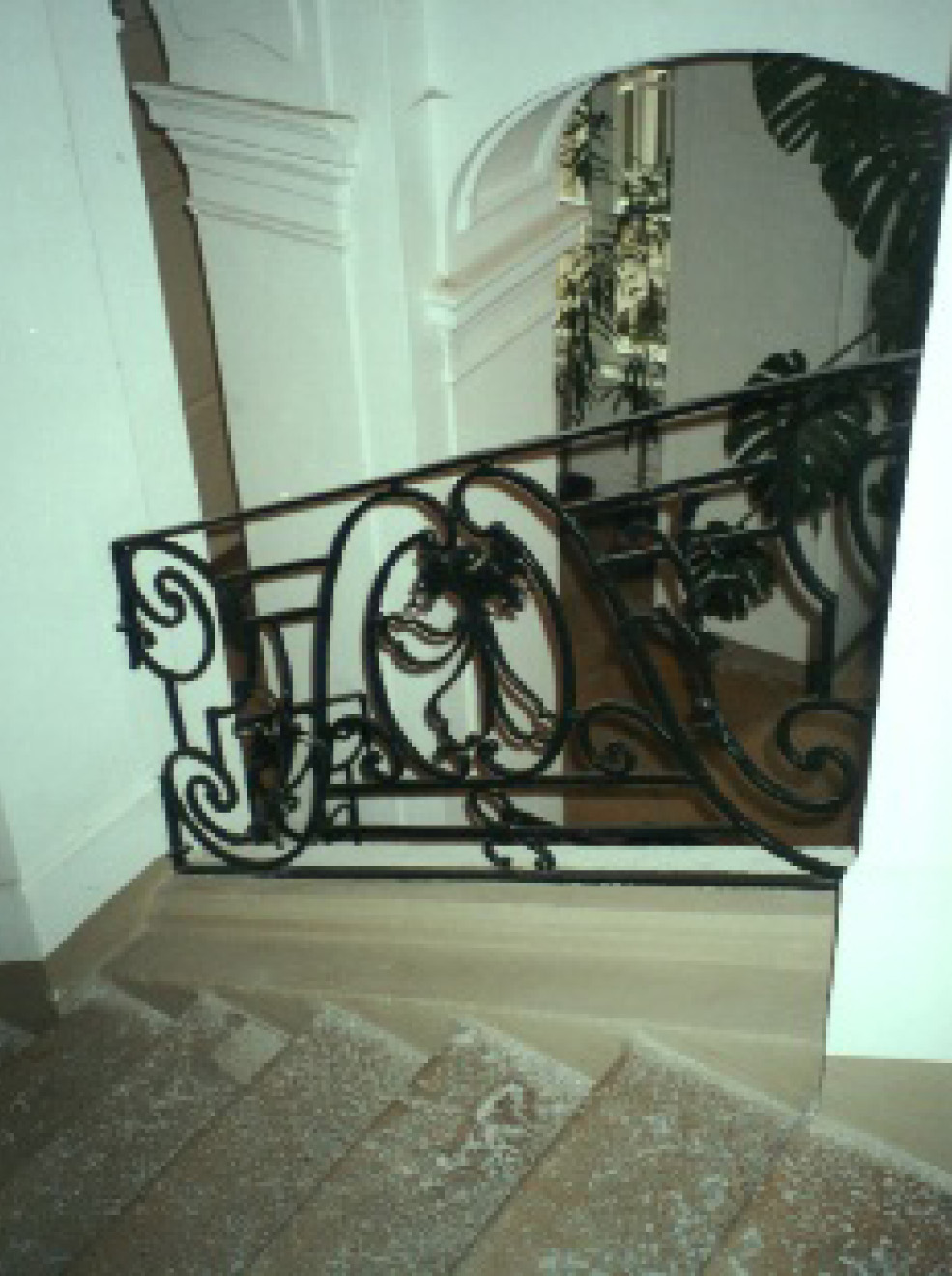
Vierpfeilerstiege mit originalem Rokokogeländer
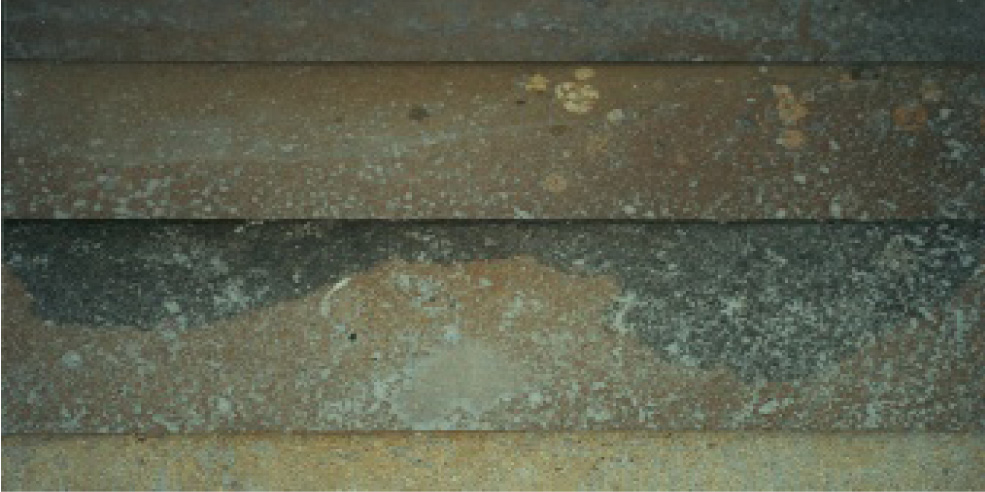
Kaisersteinstufen

## Kaiserstein für Fürst Paul II. Anton Esterházy de Galantha in Eisenstadt

### Brückenkonstruktion über den Schlossgraben
Als Baumeister des Fürsten kann der kaiserliche Hofbaumeister Anton Erhard Martinelli namhaft gemacht werden. Er ist auch in Eisenstadt nachweisbar. 1745/46 werden die Reparaturen an der steinernen Brückenkonstruktion über den Schlossgraben mit hartem Stein aus Kaisersteinbruch nach seinen Anweisungen durchgeführt.

### Zur neuen Stiege aus hartem Kayßer Steinbrucher Stein

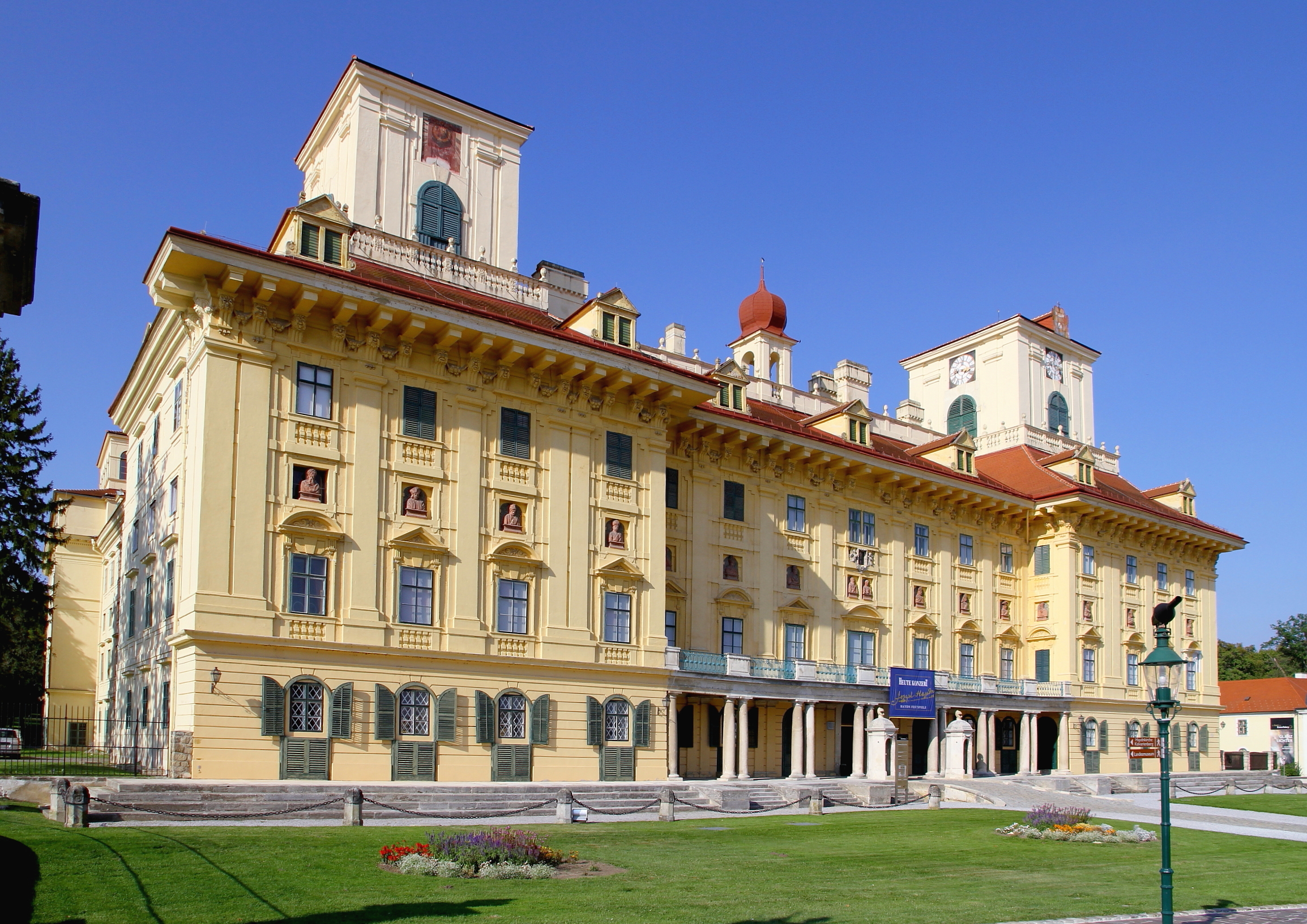
Schloss Esterházy
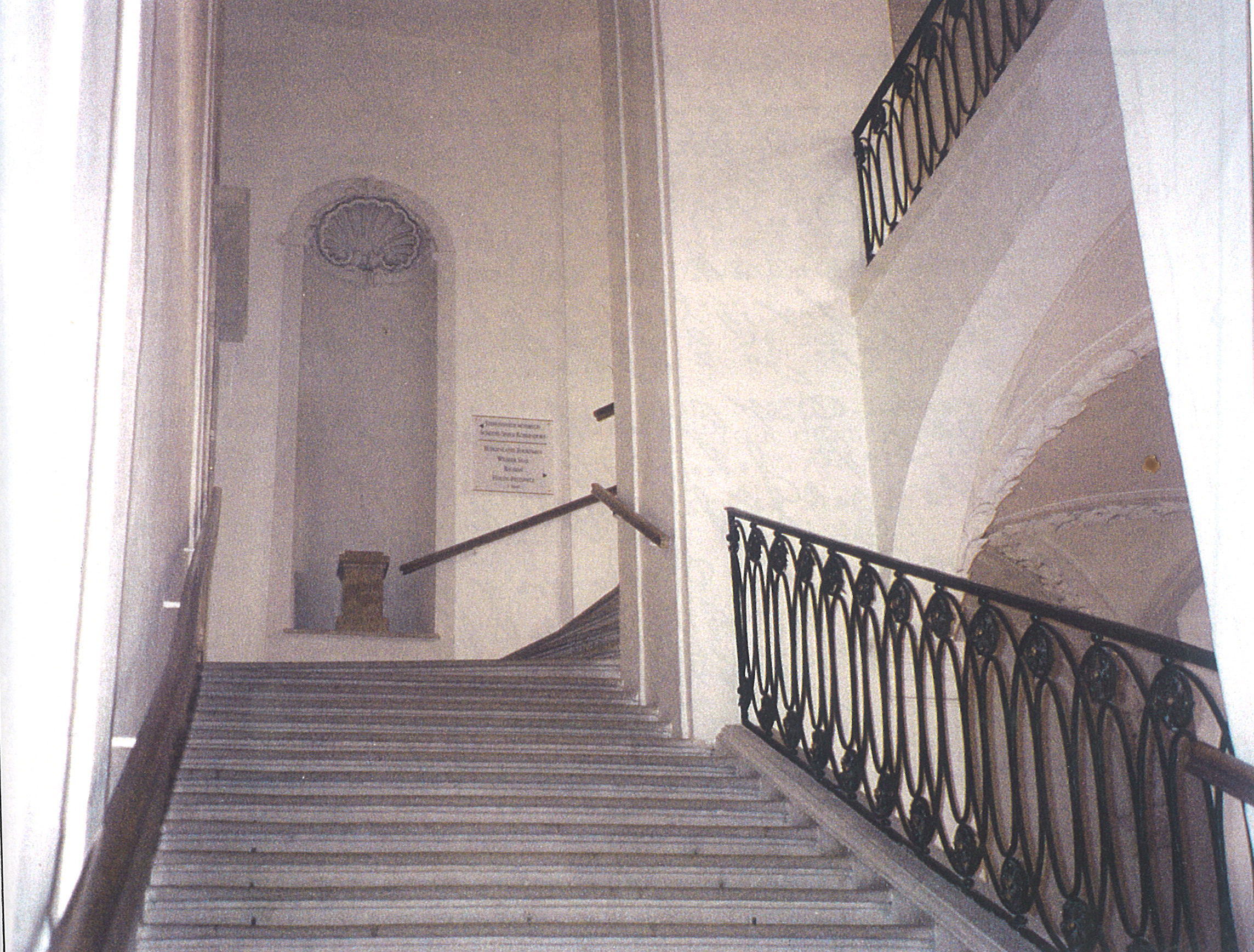
Hauptstiege
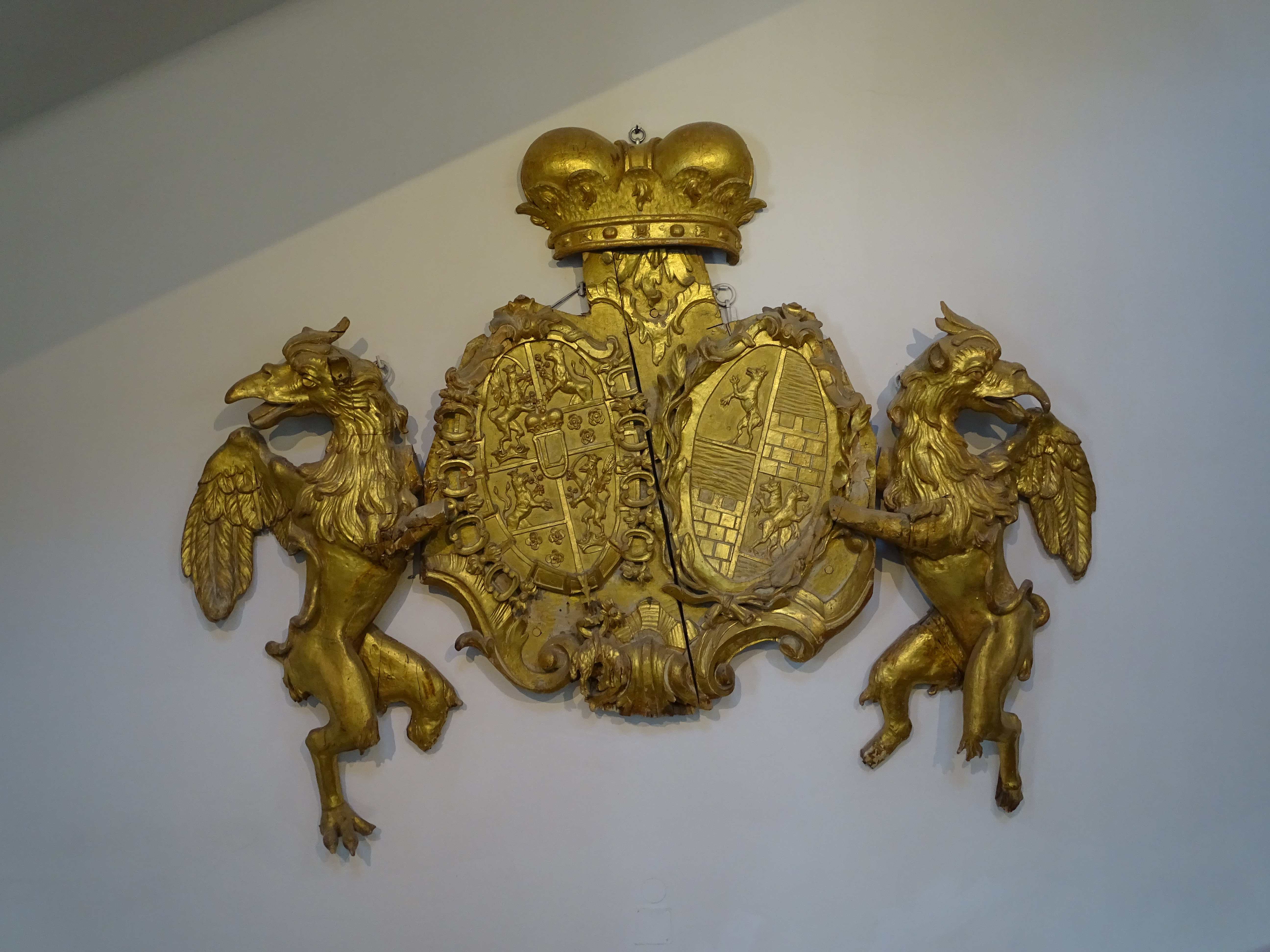
Wappen beim Stiegenaufgang

Specification deren gemachten Steinarbeith von hartem Kayßer Steinbröcher Stein für Ihre Hochfürstliche Durchlaucht Esterhäsischen Schloss zu EisenStadt zur Stiege, Wien, 15. Februar 1762.
- Johann Ferdinand Mödlhammer, Hochfürstl. und burgerl. Bau- und Maurermeister
- Johann Michael Strickner, Steinmetzmeister und Richter in Kayßer Steinbruch, erhält für die verfertigte Hauptstiege, Staffel samt Platten 894 fl.[182]

## Kaiserstein für das Bürgerhaus am „Mehlmarkt“, später Neuer Markt 15
Der Neue Markt war lange Zeit hindurch mit prächtigen Palästen und Bürgerhäusern einheitlich verbaut, davon haben sich nur die Häuser 13–16 erhalten. Das Wohnhaus und Geschäftslokal des Juweliers Köchert wurde wohl 1548 erbaut, die Rokokofassade geht auf das Jahr 1768 zurück und wurde 1958 leicht verändert.

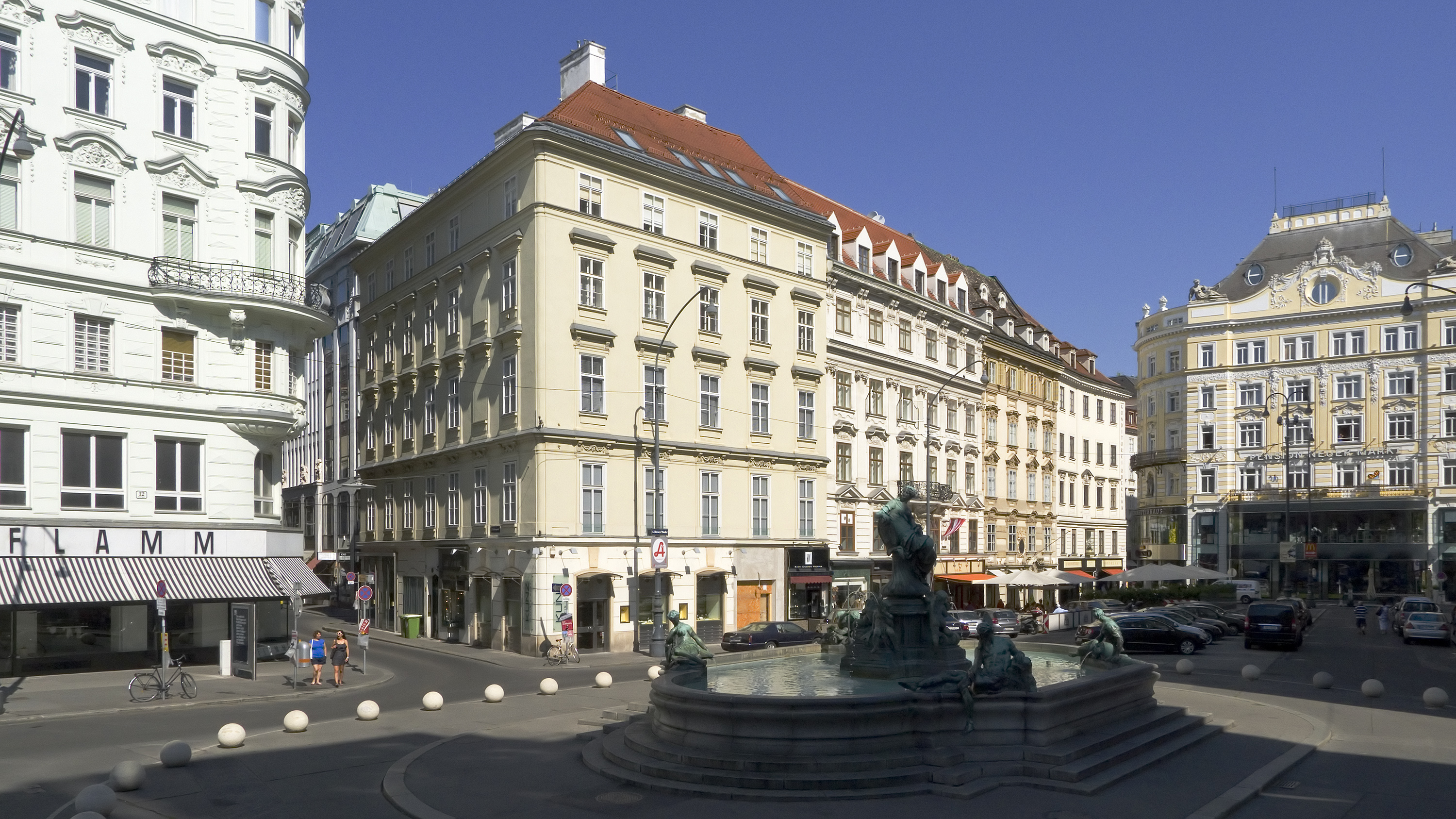
Neuer Markt
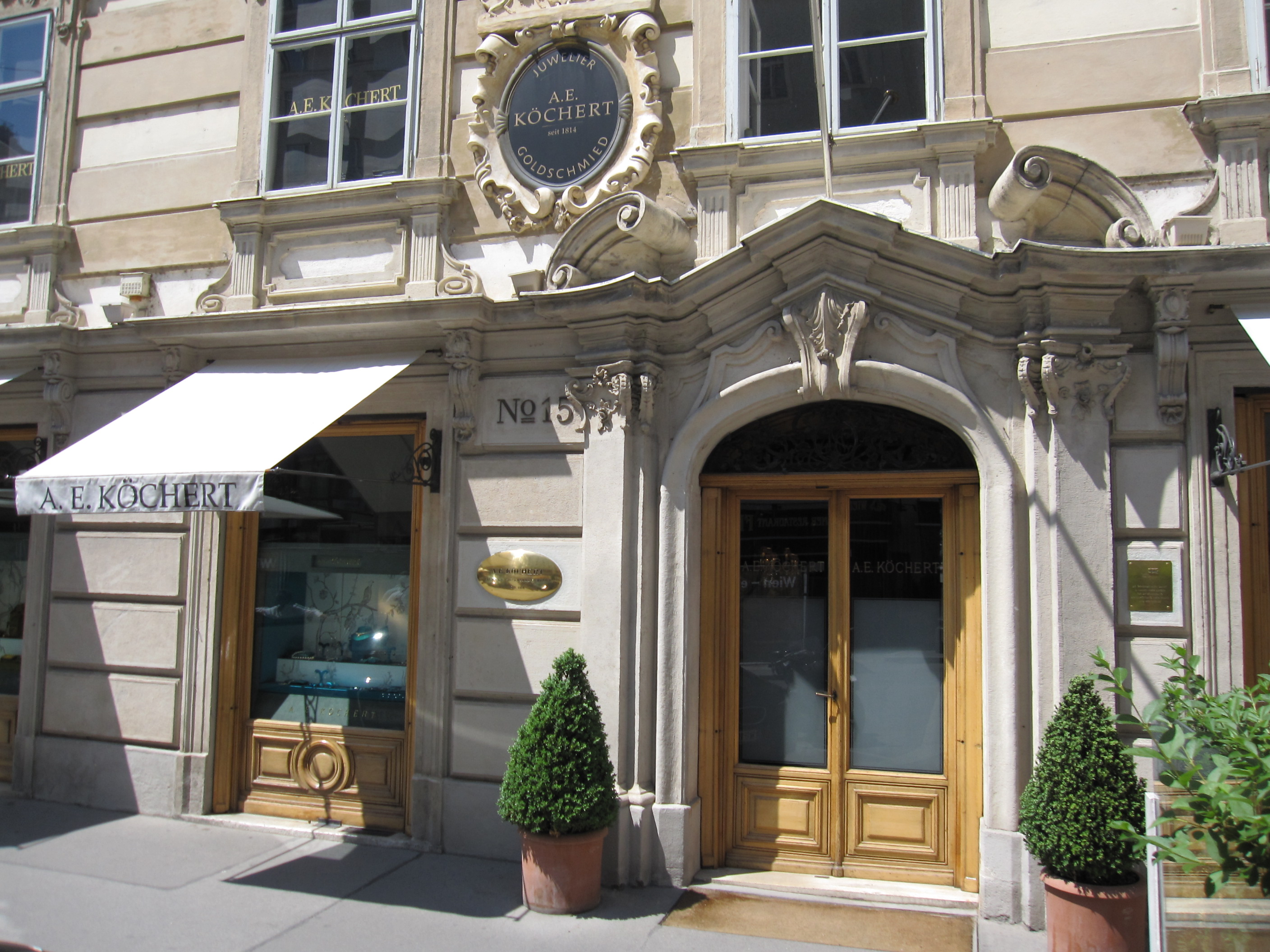
Geschäftslokal Köchert
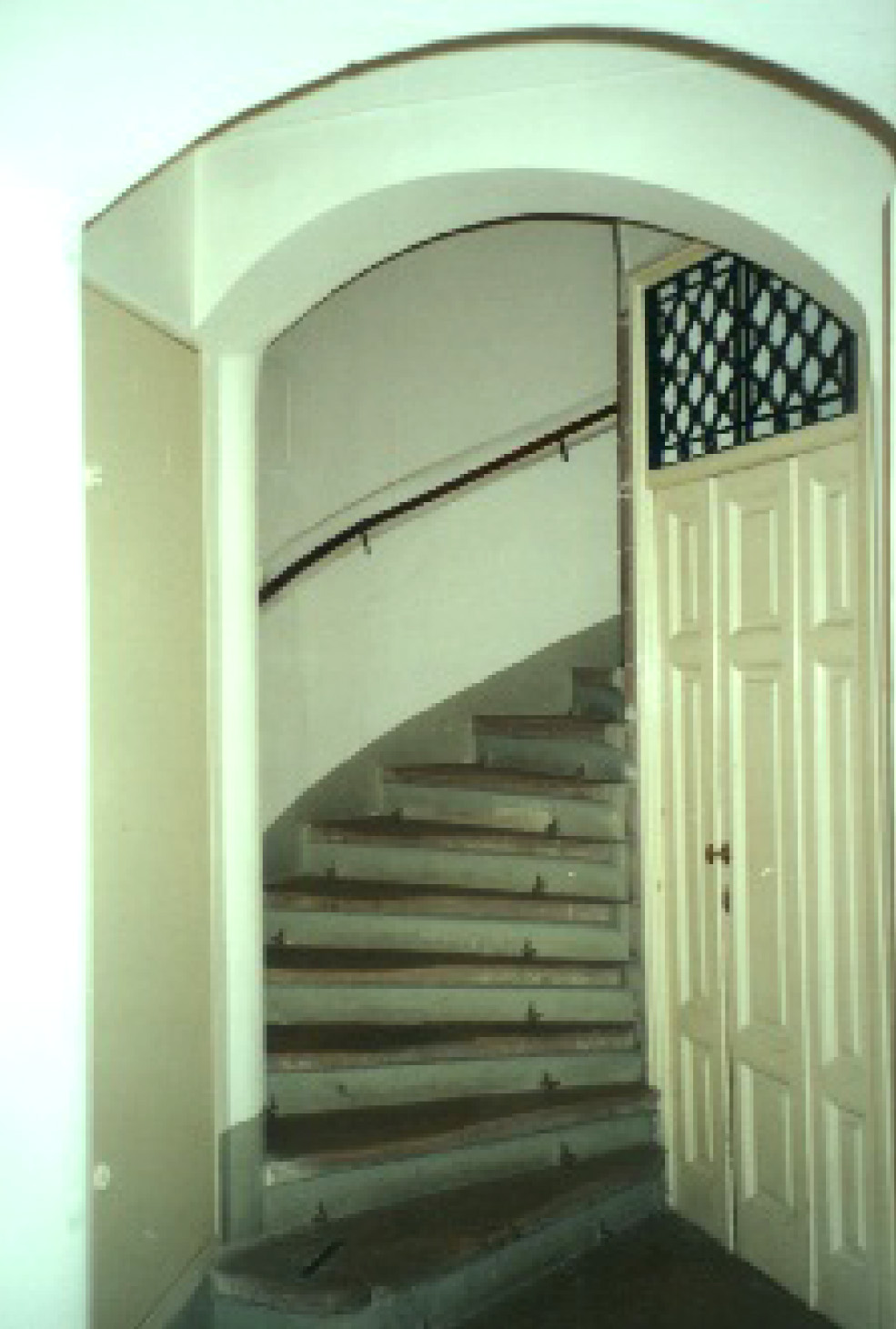
Im Gang hinter dem Geschäftslokal eine Schneckenstiege mit Kaisersteinstufen

Vom Neuen Markt betritt man das Geschäftslokal des Goldschmieds Köchert und bekommt eine schöne Eisen-Wendeltreppe zu sehen, im schmalen Gang befindet sich eine Schneckenstiege aus Kaiserstein mit bläulichen Einsprengungen.

## Kaiserstein für Fürst Nikolaus I. Esterházy de Galantha im Schloss Esterháza in Ungarn
Schloss Esterháza wurde von Fürst Nikolaus I. ausgebaut. Nach einem Besuch 1764 im Schloss Versailles beauftragte der Fürst die Wiener Hofbaumeister Johann Ferdinand Mödlhammer und Melchior Hefele mit dem Umbau.

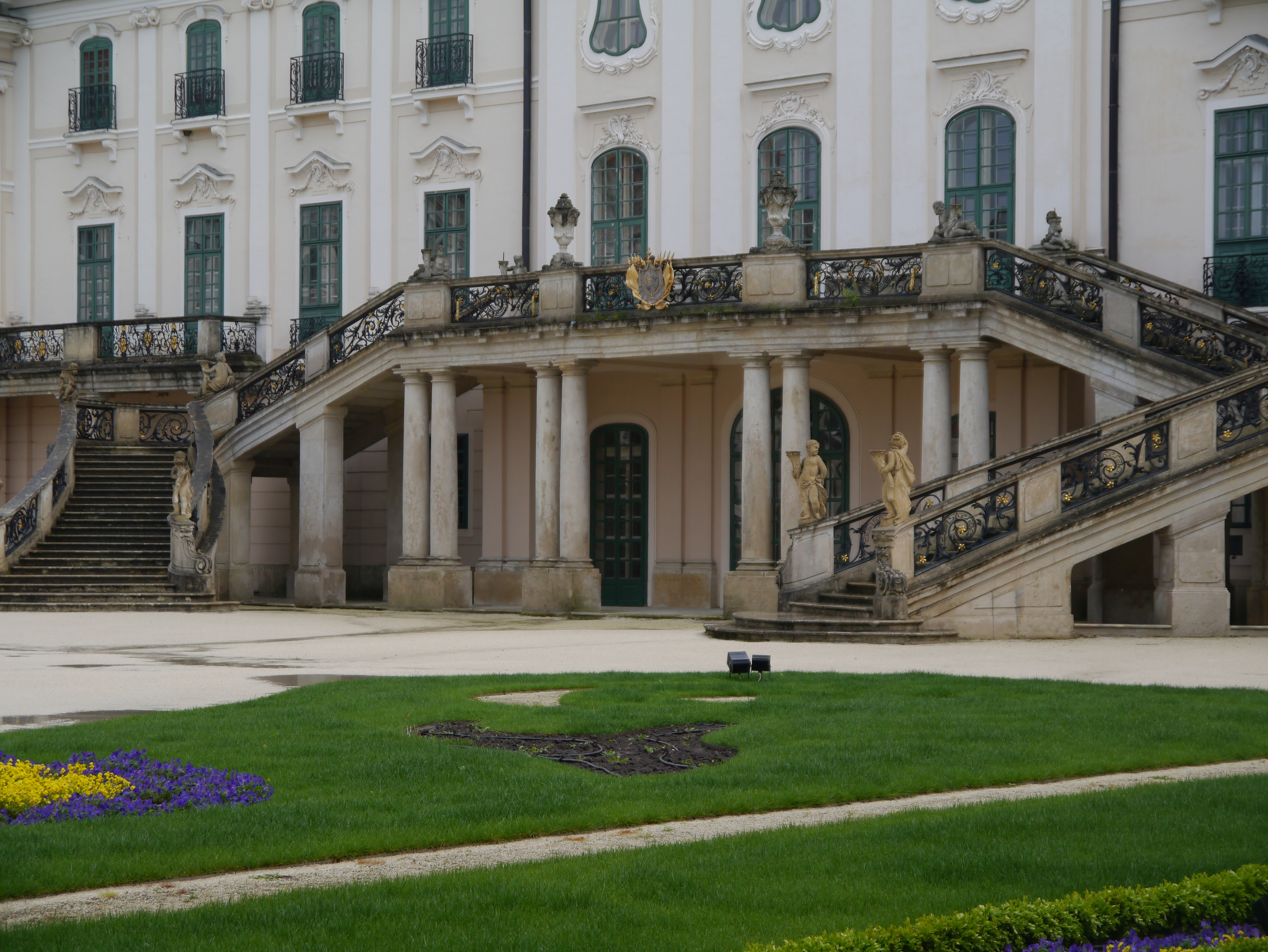
Außen-Treppe Schloss Esterháza
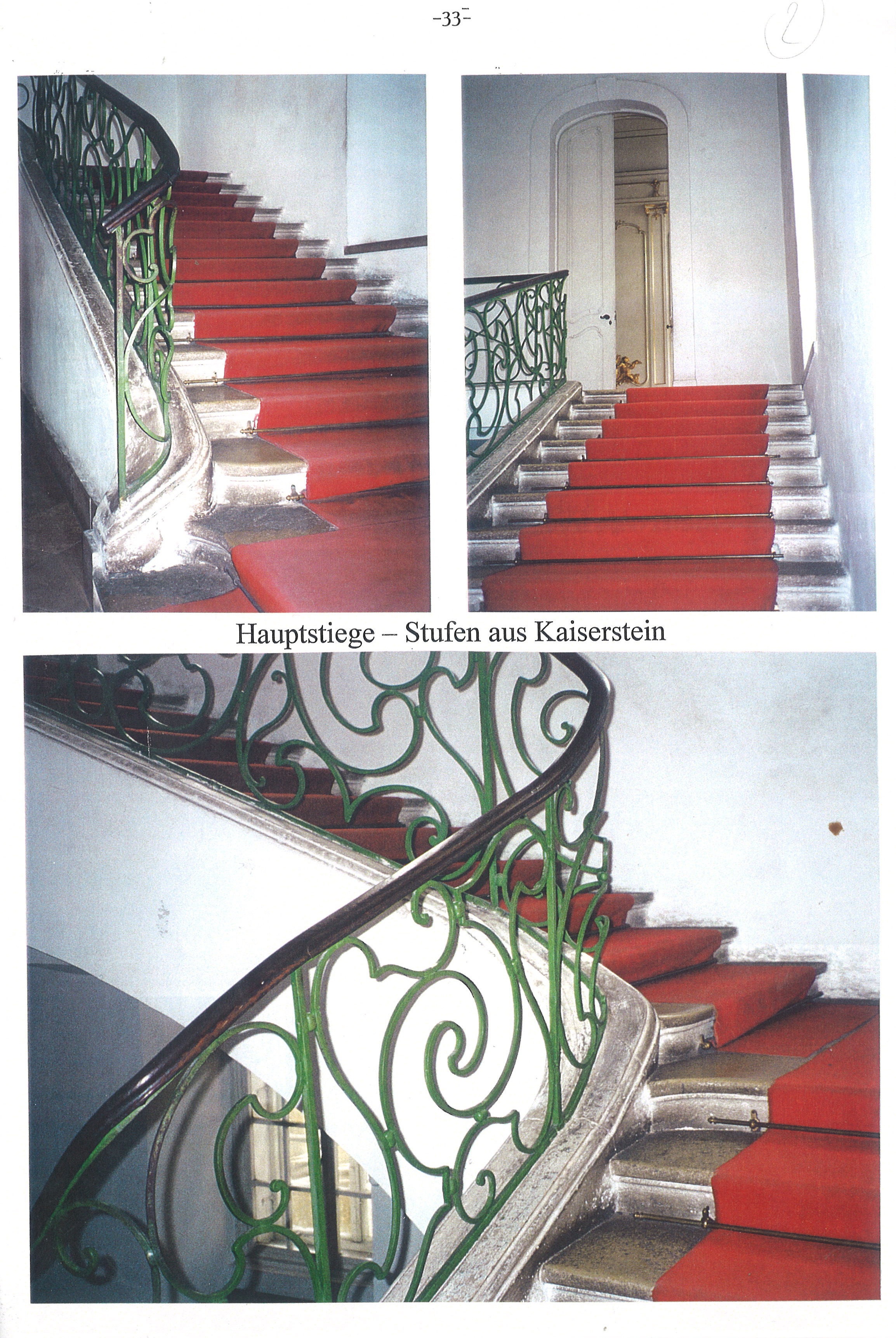
Hauptstiege

Die Kaisersteinbrucher Meister lieferten Kaiserstein für die Stiegen und Schmuckelemente der Anlage. Im ungarischen Staatsarchiv ist über die 1783 erfolgte Inquisition wegen denen nach Esterháza gelieferten Steinern aus Kayser-Steinbruch zu lesen. Die Esterházys waren (und sind) Eigentümer des Steinbruchs von Sankt Margarethen im Burgenland; auch von dort wurde Baumaterial zugeliefert. Weiters gab es große Lieferungen von Zogelsdorfer Stein für das Schloss aus Eggenburg in Niederösterreich.

## Kaiserstein für die bürgerliche Tischler Herberge in der Ballgasse
Hier befand sich, hinter dem Himmelpfortkloster gelegen, eines der ältesten Ballspielhäuser. Die Stadt Wien mietete es 1658 und überließ es fallweise italienischen Komödianten.
Die Innung der Tischler erwarb das Haus und ließ 1772 durch Peter Mollner das Innungshaus erbauen. Wendeltreppe mit Kaisersteinstufen (teilweise ausgebessert).

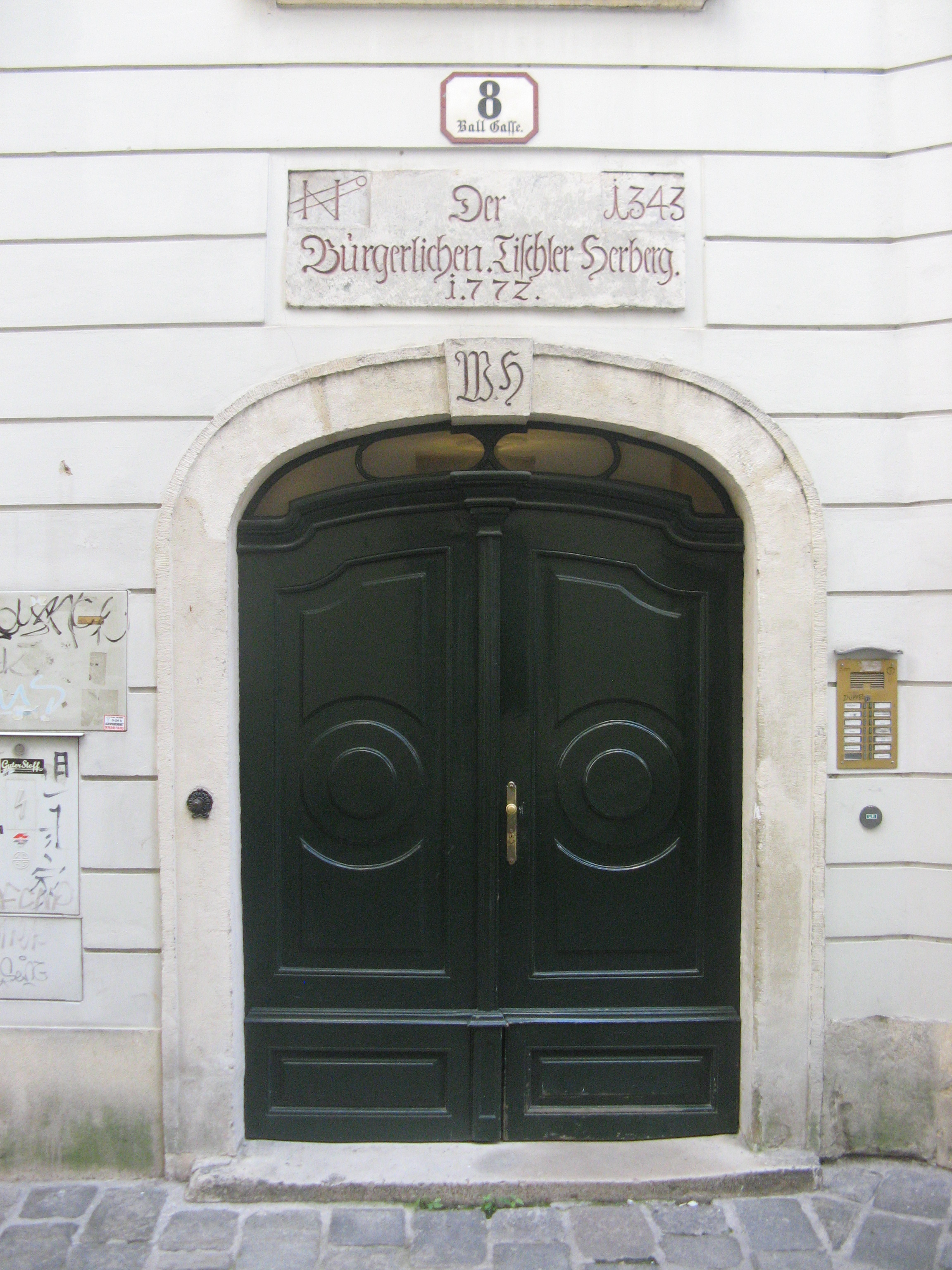
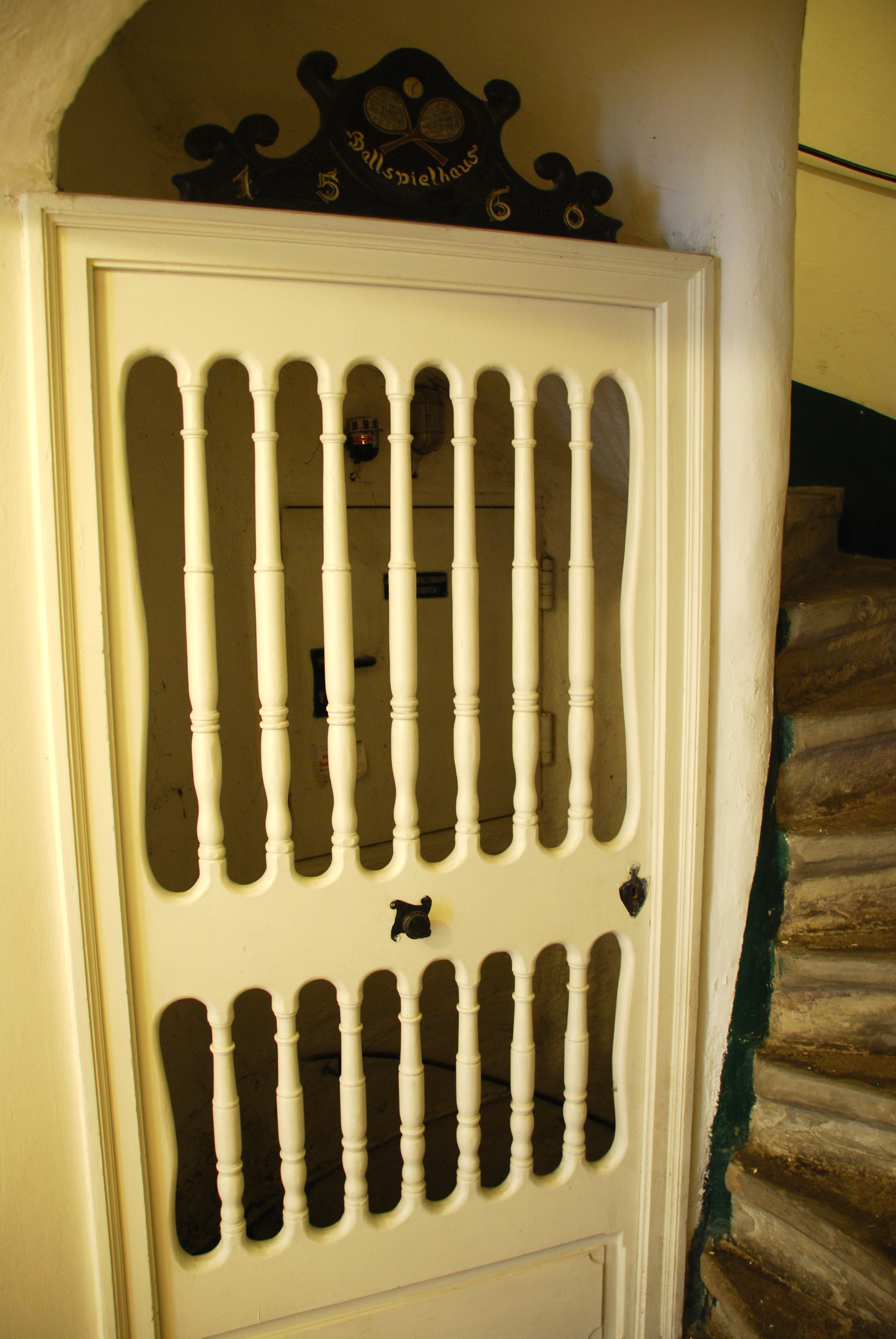

## Kaiserstein für Abt Benno Pointner im Prioratshaus des Schottenstiftes, dem Schubladkastenhaus
Volkstümliche Bezeichnung für das 1773/74 von Andreas Zach für Abt Benno Pointner errichtete Prioratshaus des Schottenstiftes, so benannt wegen seiner angeblichen Ähnlichkeit mit dem gleichnamigen Möbelstück.

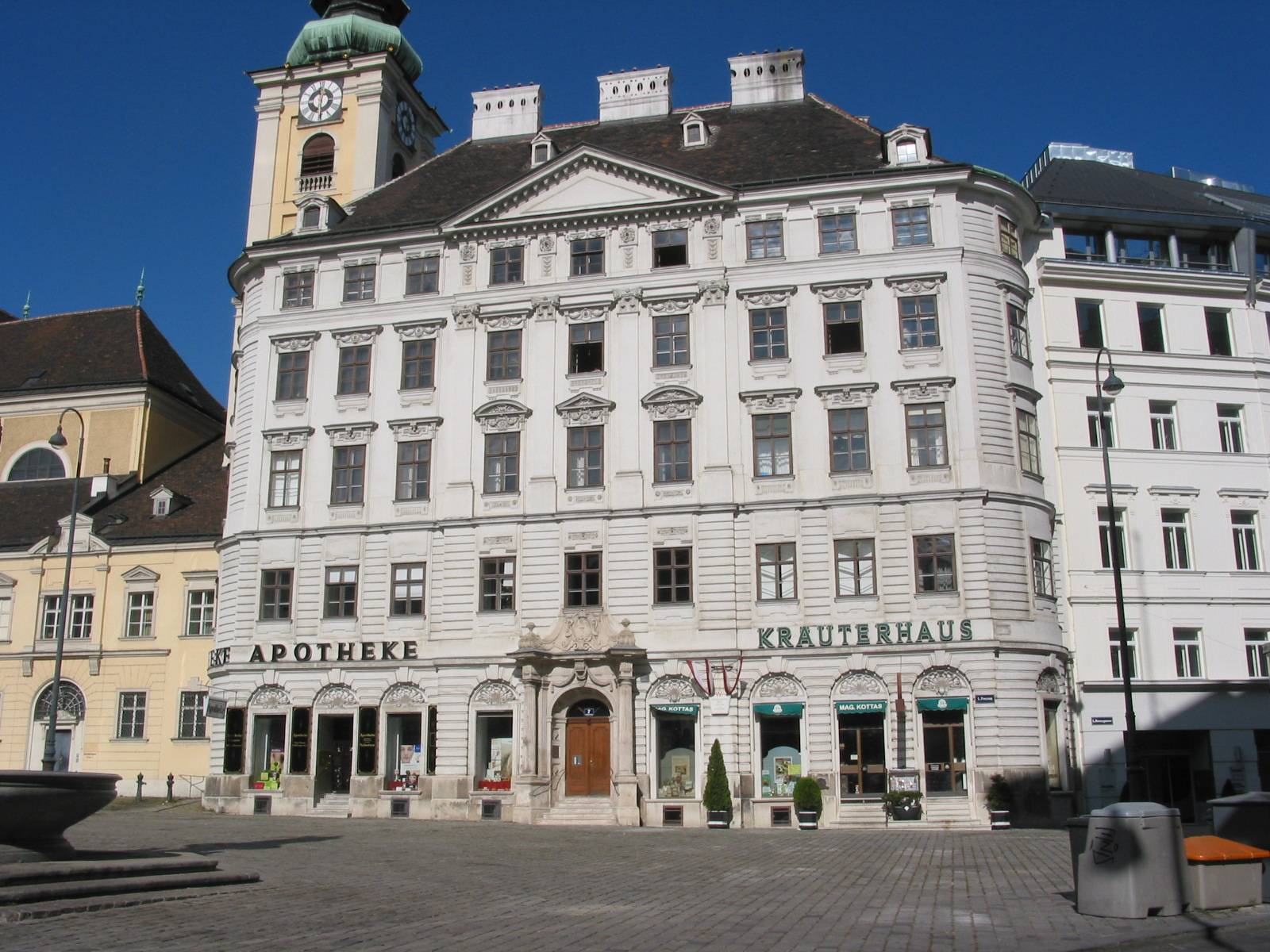
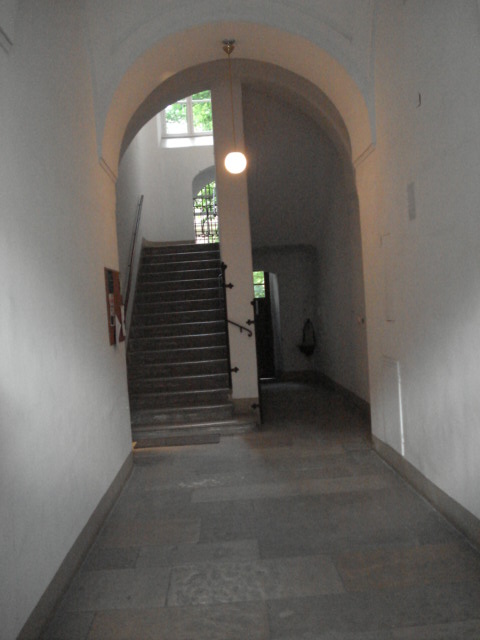
Eingangshalle mit Kaiserstein-Bodenplatten
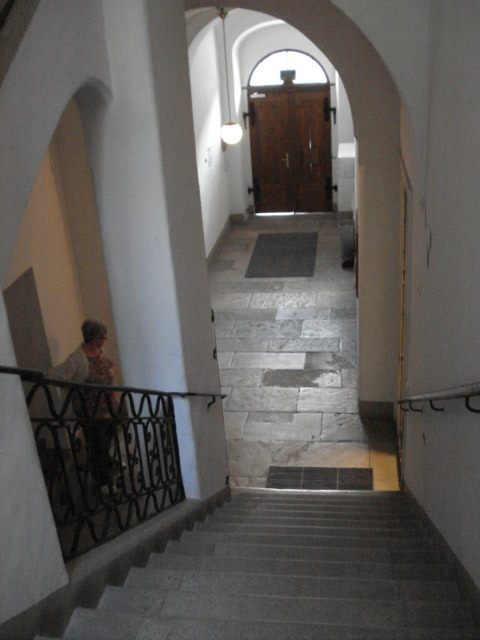
Blick von oben

- Das Haus wurde in ein Mietshaus umgestaltet. Die Bodenplatten und die Stufen sind aus gut erhaltenem Kaiserstein mit den blauen Einschlüssen als typische Merkmale.[184]

## Kaiserstein für den Damm des Fischteiches in der Mannersdorfer Wüste
Steinmetzmeister Johann Gehmacher aus Kaisersteinbruch lieferte 1774 für den Damm des Fischteiches bei der St. Leopoldskapelle in der Mannersdorfer Wüste harten Kaiserstein, Kosten 300 Gulden.

## Kaiserstein für die Kaiserin Maria Theresia, im Schönbrunner Schlossgarten

### Der Kaiserpavillon im Schönbrunner Tiergarten, die Gloriette, die Römische Ruine, der Neptun- und Najadenbrunnen
Kaiser Franz I. (Gemahl von Maria Theresia) beauftragte 1752 seinen Architekten Jean Nicolas Jadot de Ville-Issey, der ihm aus Lothringen gefolgt war, im Schlossgarten einen Tiergarten zu planen und anzulegen. Franz I. interessierte sich für die Naturwissenschaften, besonders für Pflanzen und Tiere; er wünschte, für die zu klein gewordene Menagerie im Simmeringer Schloss Neugebäude Ersatz zu schaffen.
Die Menagerie des Prinzen Eugen entwarf Hildebrandt, auch die Menagerie in Versailles inspirierte Jadot. In der Mitte befindet sich ein achteckiger Pavillon. Kaiserstein wurde hier in Stufen der Außentreppen, einer kleinen abwärts führenden Stiege, auch in Fenster- und Türsteinen usw. verwendet. In diesem Zeitraum ist Hofsteinmetz Johann Baptist Regondi dokumentiert.

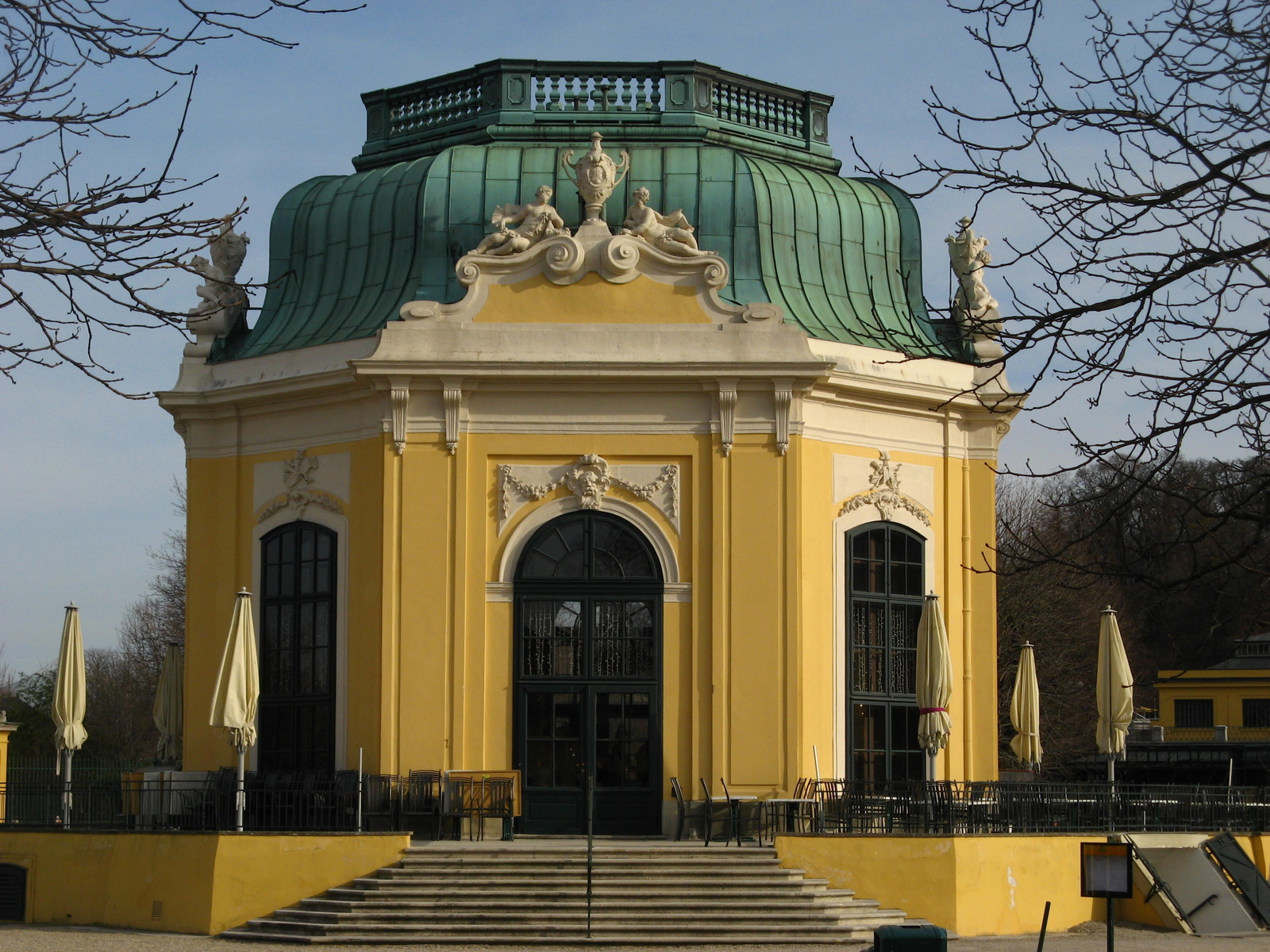
Kaiserpavillon
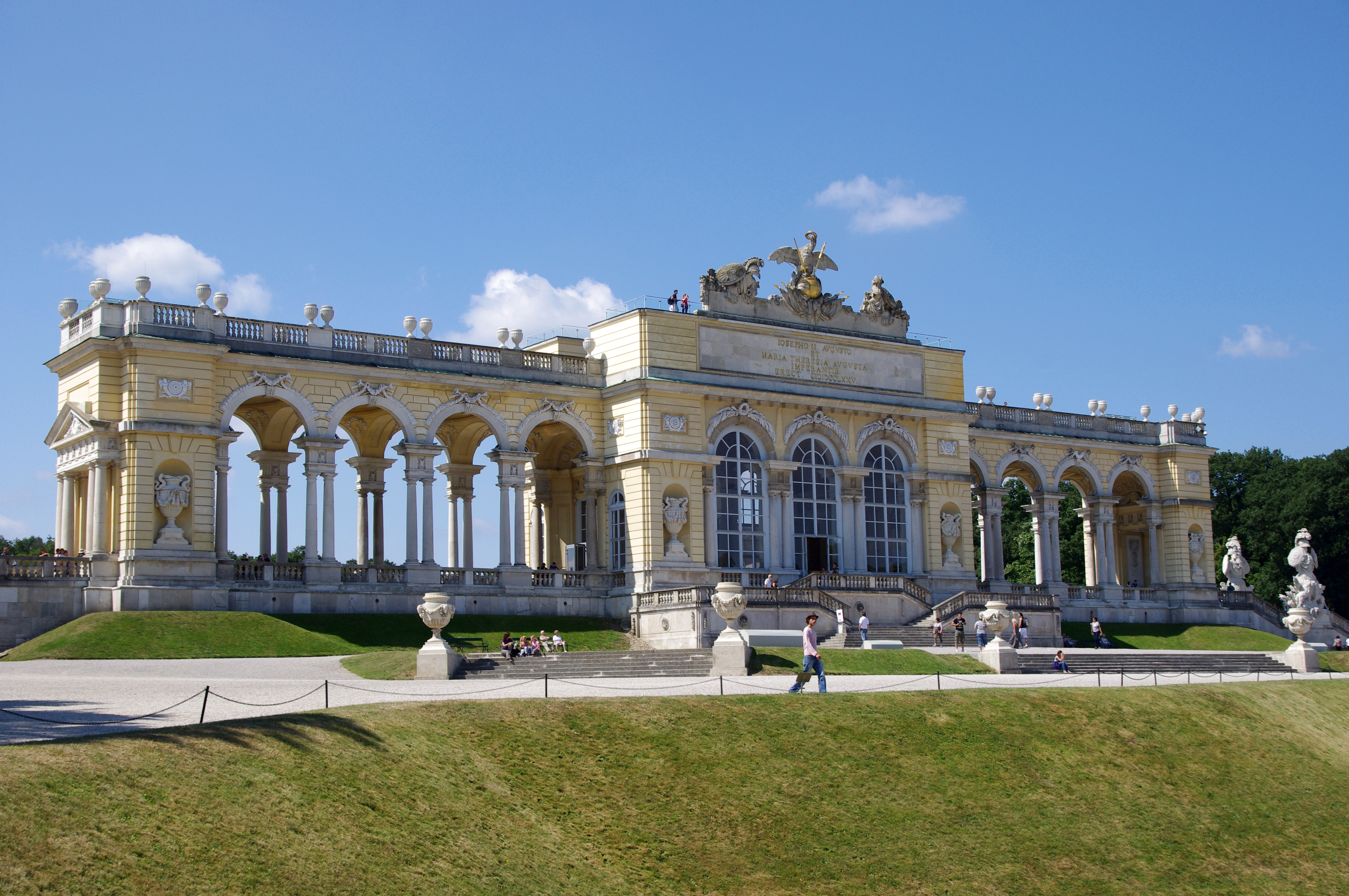
Gloriette
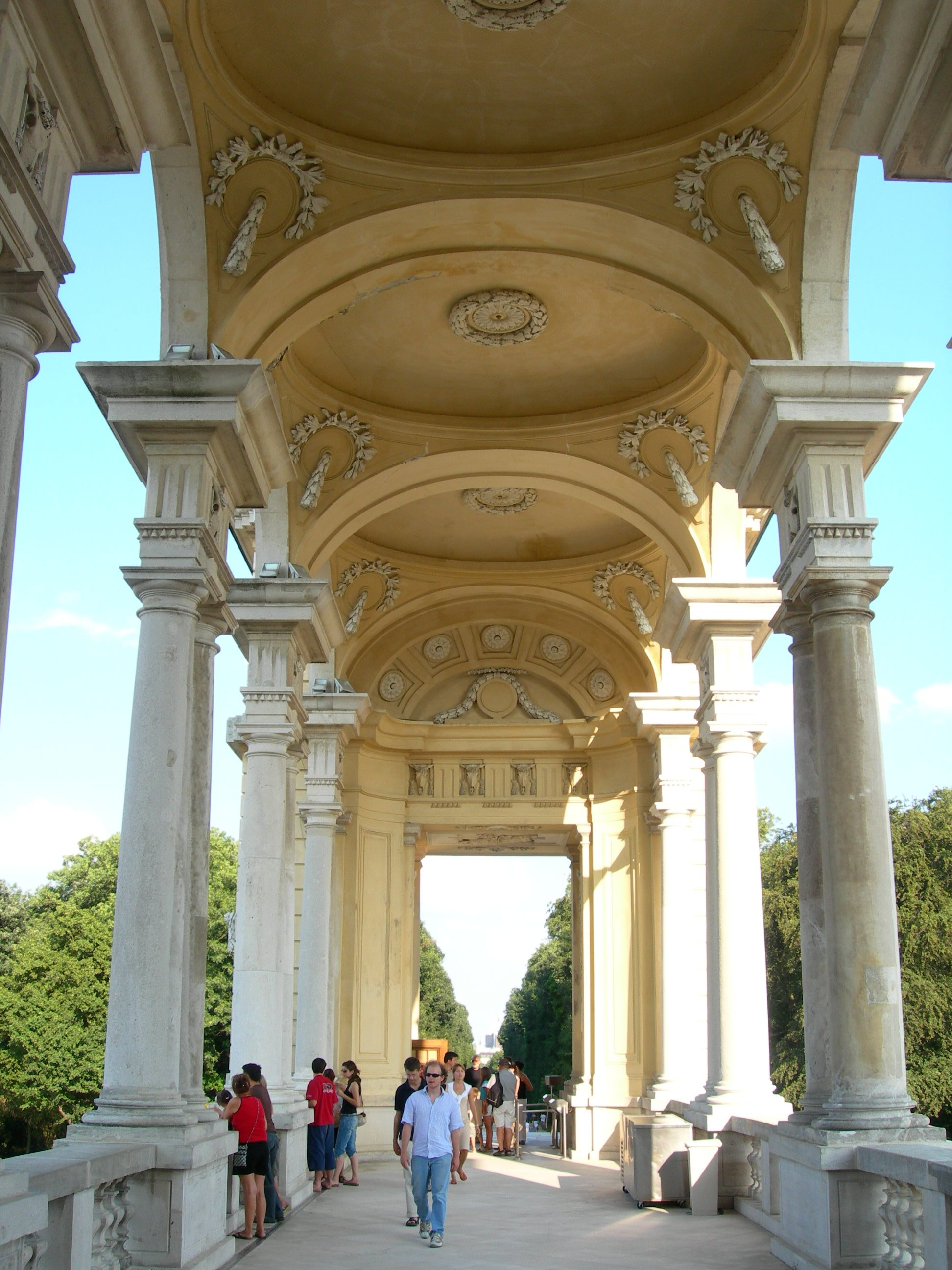
Säulen der Gloriette
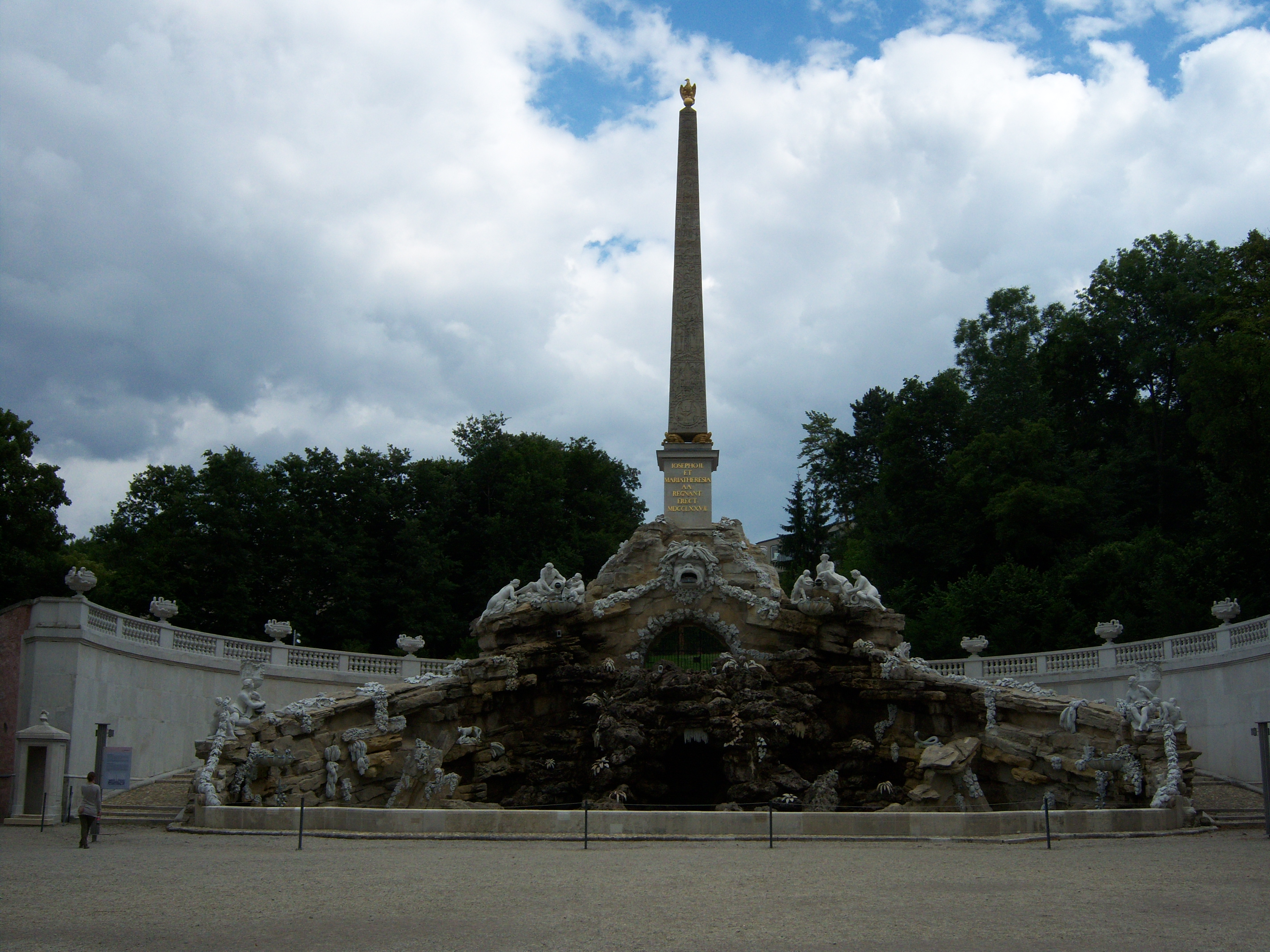
Obeliskbrunnen
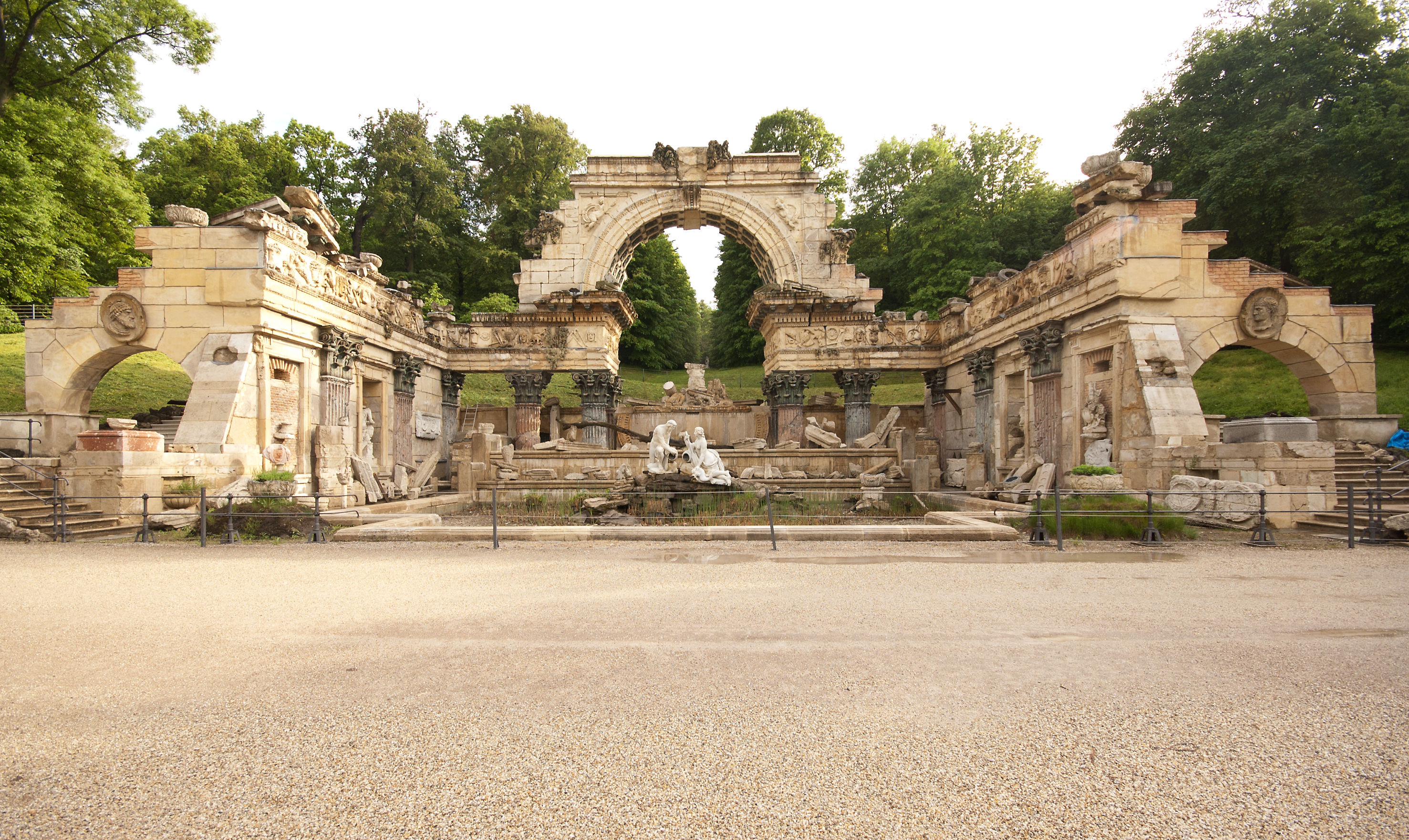
Römische Ruine Gesamtansicht
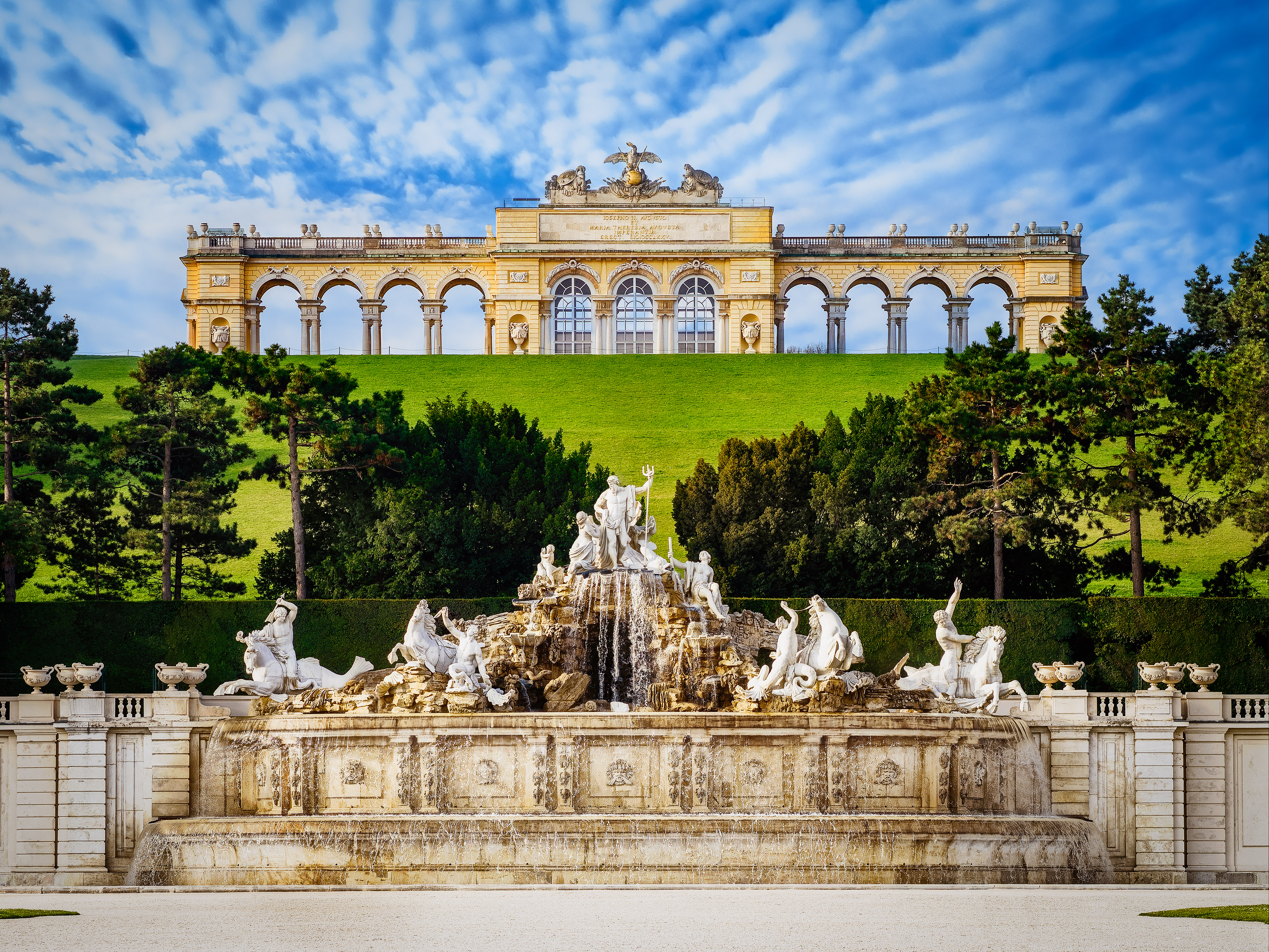
Gloriette Neptunbrunnen
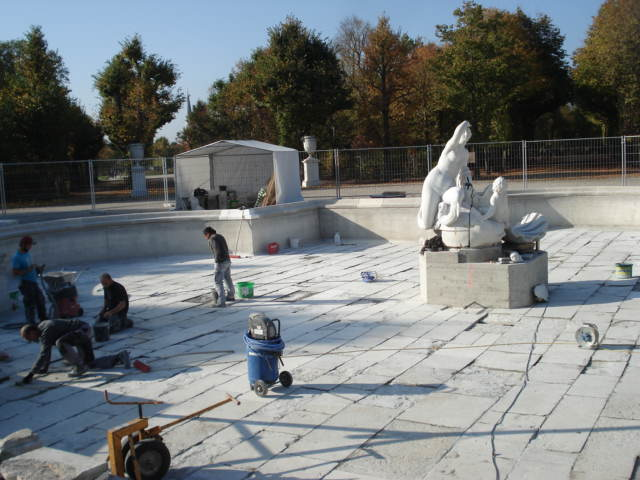
Najadenbrunnen wird restauriert, Steinboden harter weißer Kaiserstein
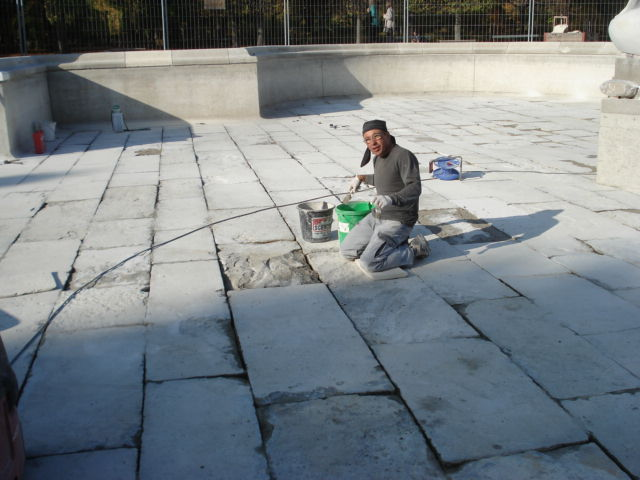
Der Steinmetz dichtet den Boden vollständig ab
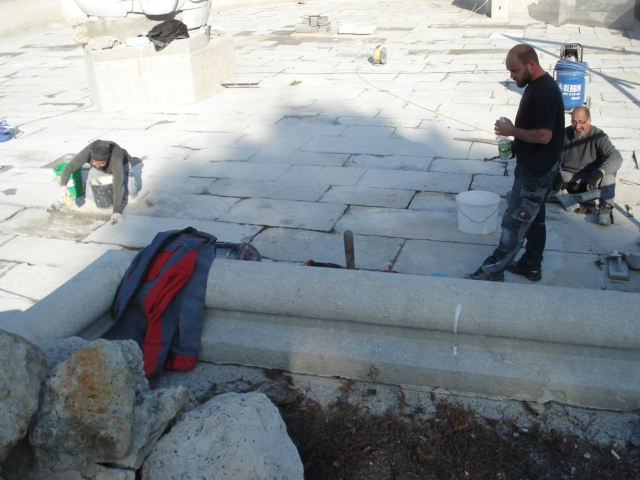
Brunneneinfassung Kaiserstein, auch Mannersdorfer Stein

Die Gloriette wurde 1775 von Johann Ferdinand Hetzendorf von Hohenberg erbaut.
- Auftrag der Kaiserin Maria Theresia: … es findet sich zu Neugebau eine alte Galerie von steinernen Säulen und Gesimsen, welche nichts nutzet, … Ich habe beschlossen, solche von dort abbrechen zu lassen und nacher Schönbrunn bringen zu lassen.
- Der Architekt ließ Galerie und Säulen nach Schönbrunn bringen und beim Bau der Gloriette verwenden. Kaiserstein in Form von Säulen, Bodenplatten, Mauerverkleidungen und Stiegenstufen.[186]

Die Anlage für den auf ehemals vergoldeten Schildkröten stehenden, aus Margarethner Stein nachgebildeten, ägyptischen Obelisk hat 1777 Johann Ferdinand Hetzendorf von Hohenberg errichtet. Die Wandverkleidung des Umganges ist harter Kaiserstein.
Andreas Rohatsch von der Ingenieurgeologie an der TU Wien konnte nachweisen, dass sämtliche Architekturteile der Römischen Ruine nach dem Plan von Hof-Architekt Johann Ferdinand Hetzendorf von Hohenberg, die Säulen wie die Reliefs neu gefertigt wurden.

#### Andreas Rohatsch von der TU-Wien zur Bausubstanz der „Römischen Ruine“
In der Bausubstanz der Römischen Ruine gelangte für die architektonische Gliederung (Säulen, Kapitelle, Friese, Fenstergewände) überwiegend St. Margarethener Kalksandstein zur Verwendung, daneben können Kalksandsteine von Stotzing und Zogelsdorf beobachtet werden. Die Wiederverwendung von Bauteilen vom Schloss Neugebäude (Spolien) beschränkt sich auf feste Leithakalk-Quader des Zungenmauerwerkes (vor allem jene von Kaisersteinbruch) sowie auf Fußbodenplatten, Stiegenstufen, Balusterbänke und auf die Bogenstücke der runden Fenster. Die dichten und festen Leithakalke aus Kaisersteinbruch, Wöllersdorf und Hundsheim benötigen keine weiteren konservierenden Maßnahmen außer eine gelegentliche Reinigung.
Im Anhang sind die mengenmäßigen Anteile der insgesamt 620 Gesteinsproben dargestellt, davon sind ca. 90 aus Kaisersteinbruch, 32 aus Hundsheim, 20 aus Wöllersdorf, 22 aus Gatterhölzl, 17 aus St. Margarethen, 40 aus Zogelsdorf, je 4 aus Stotzing, aus Hietzing, Solnhofen, Mannersdorf, Oslip, Winden, Au, …
Der Neptunbrunnen konnte noch vor dem Tod Maria Theresias vollendet werden, er war Teil des Gesamtkonzepts der Gartengestaltung. Der Entwurf stammt auch hier von Hetzendorf von Hohenberg. Die Figurengruppe besteht aus Sterzinger Marmor. Die gegen den Berghang zurückschwingende Stützmauer ist mit Kaiserstein verkleidet, ist mit einer vasenbesetzten Balustrade versehen und bildet die Rückwand des riesigen Brunnenbassins.
Mit Figuren, für den Neptunbrunnen vorgesehen, von Johann Christian Wilhelm Beyer und Johann Baptist Hagenauer gestaltet, wurden 1780 zwei (östlich und westlich gelegene) runde Brunnenbecken um Figurengruppen mit Najade errichtet. Anlässlich einer Gesamtrestaurierung des Brunnenbeckens liegen die großen Bodenplatten offen da, jede Platte mit einem Steinmetzzeichen für die Abrechnung. Es ist hauptsächlich harter weißer Kaiserstein, in oberen Lagen auch Mannersdorfer Stein. Der Steinmetz meinte, wenn zu viel Wasser ausgelassen wird und das Brunnenwasser gefriert, das schadet über die Jahrhunderte auch diesem Stein.

### Garten-Freitreppe

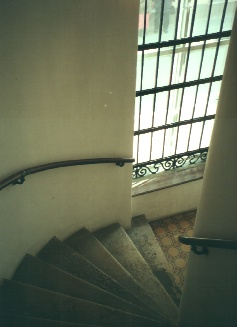
Reformierte Stadtkirche

Durch eine Zeichnung des Hof-Architekten Anton Erhard Martinelli kennen wir die alte Freitreppe von Nikolaus Pacassi vor ihrem Abbruch. Die Zeichnung wird dem Entwurf des Johann Ferdinand Hetzendorf von Hohenberg gegenübergestellt, welcher Bau trotz der Bombenschäden von 1945 keine wesentliche Abänderung erfuhr. Die Freitreppe wurde 1777 errichtet, zwei Jahre nach Überführung der Architekturteile von Schloss Neugebäude und kann als bahnbrechendes Werk des Klassizismus bezeichnet werden. Die Freitreppe wurde (2003) restauriert, Steinmetzmeister Fritz Opferkuh von Mannersdorf hat im Rahmen einer Ausschreibung diesen Auftrag erhalten. Er bestätigt neben anderen Steinarten (Mannersdorfer Stein, St. Margarethener Kalksandstein, Loretto Stein, …) auch den Kaiserstein.

## Kaiserstein für die evangelisch-reformierte Stadtkirche H.B. in Wien
Als Klosterkirche des Königin- oder Clarissinnenklosters hl. Maria, Königin der Engel, nach Plänen von Pietro Ferrabosco 1582 errichtet. Nach der Klosteraufhebung 1782 erfolgte ein Umbau zu einer Toleranzkirche. Wendeltreppen aus Kaiserstein.

## Kaiserstein für Herzogin von Savoyen-Carignan, im Savoyschen Damenstift
Das ehemalige Palais der Herzogin von Savoyen-Carignan entstand 1691 durch Zusammenlegung zweier älterer Häuser. Diese widmete in ihrem Testament das Haus, das sie 1770–1772 umbauen ließ, für ein adeliges Damenstift.

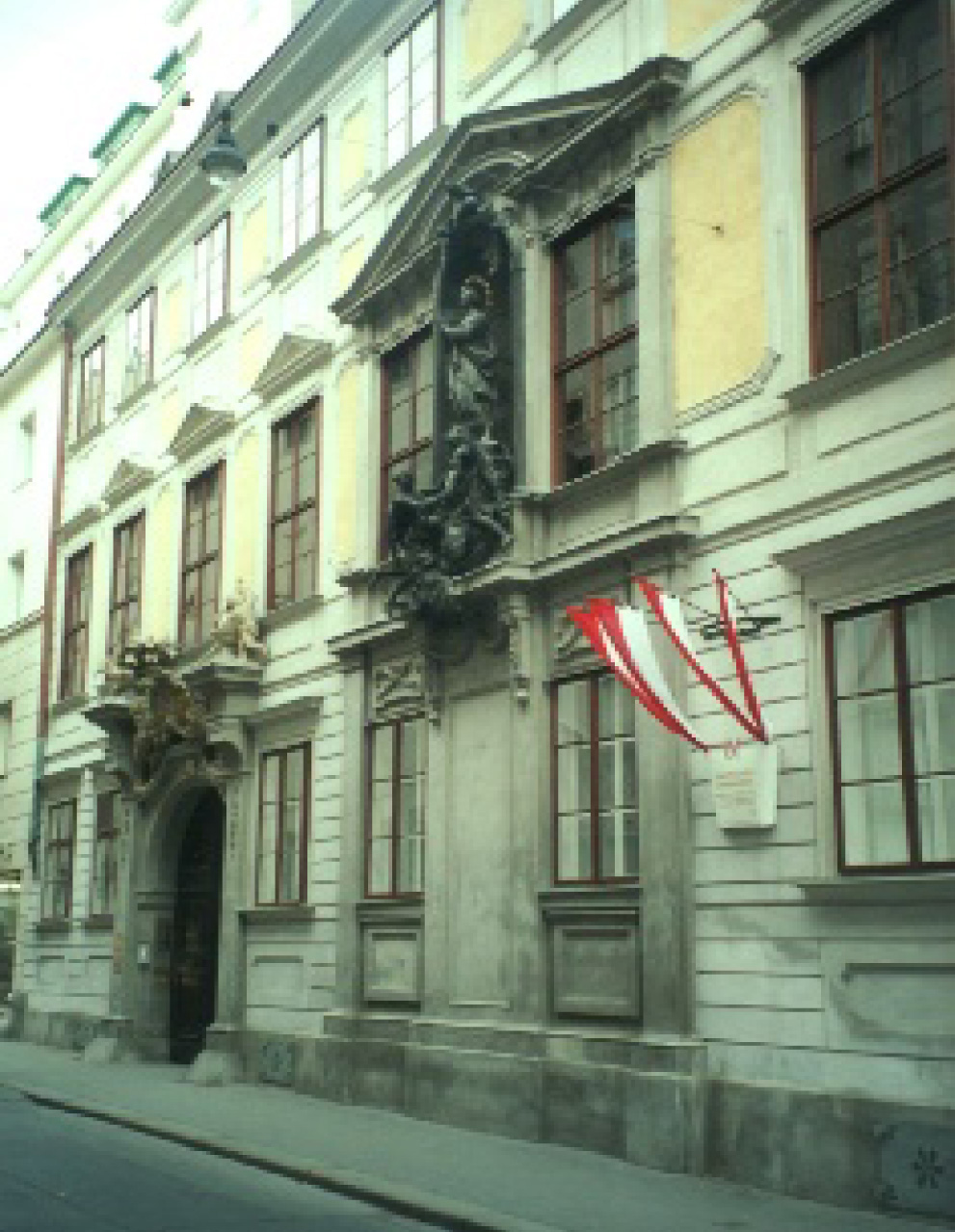
Savoysches Damenstift
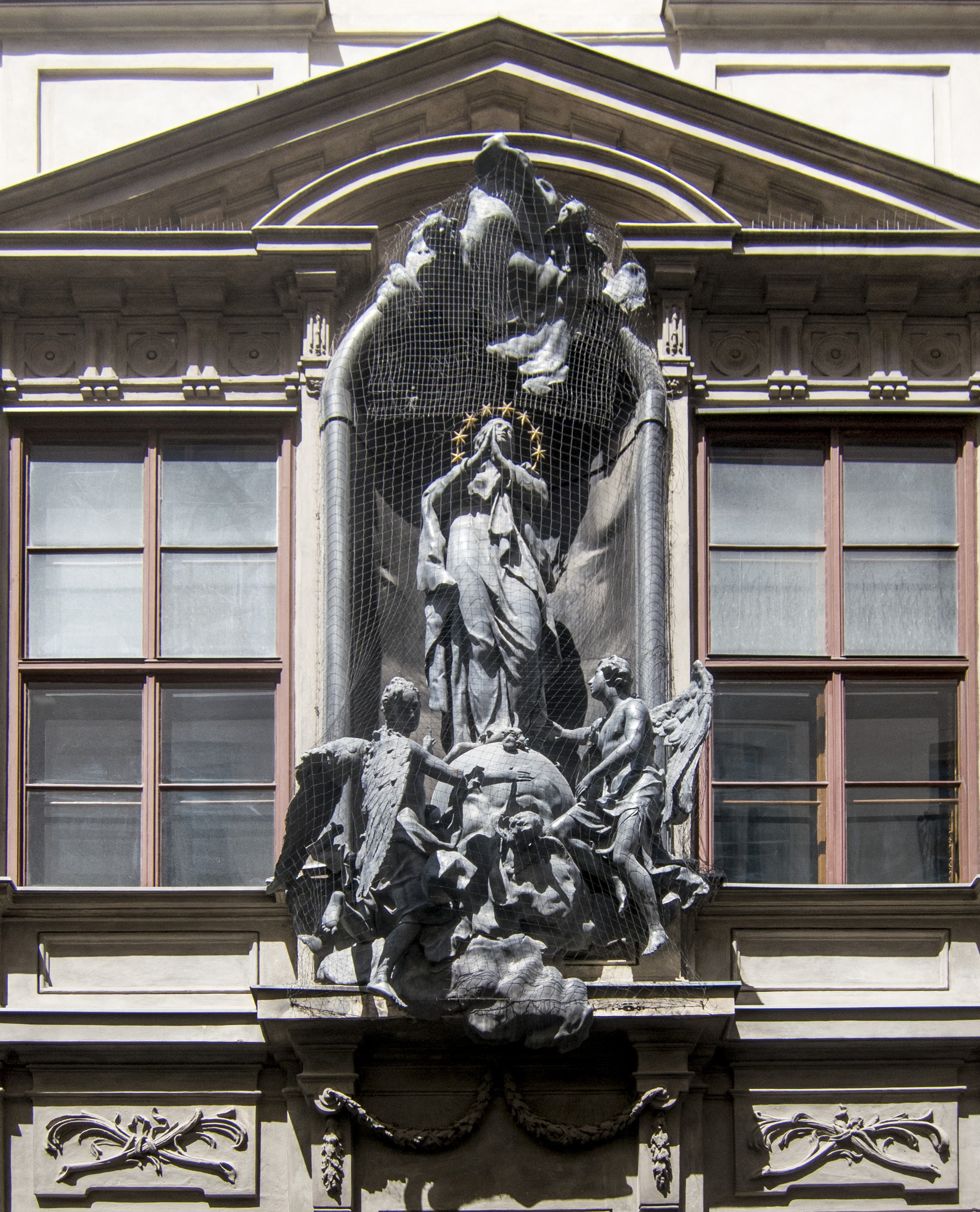
Maria Immaculata
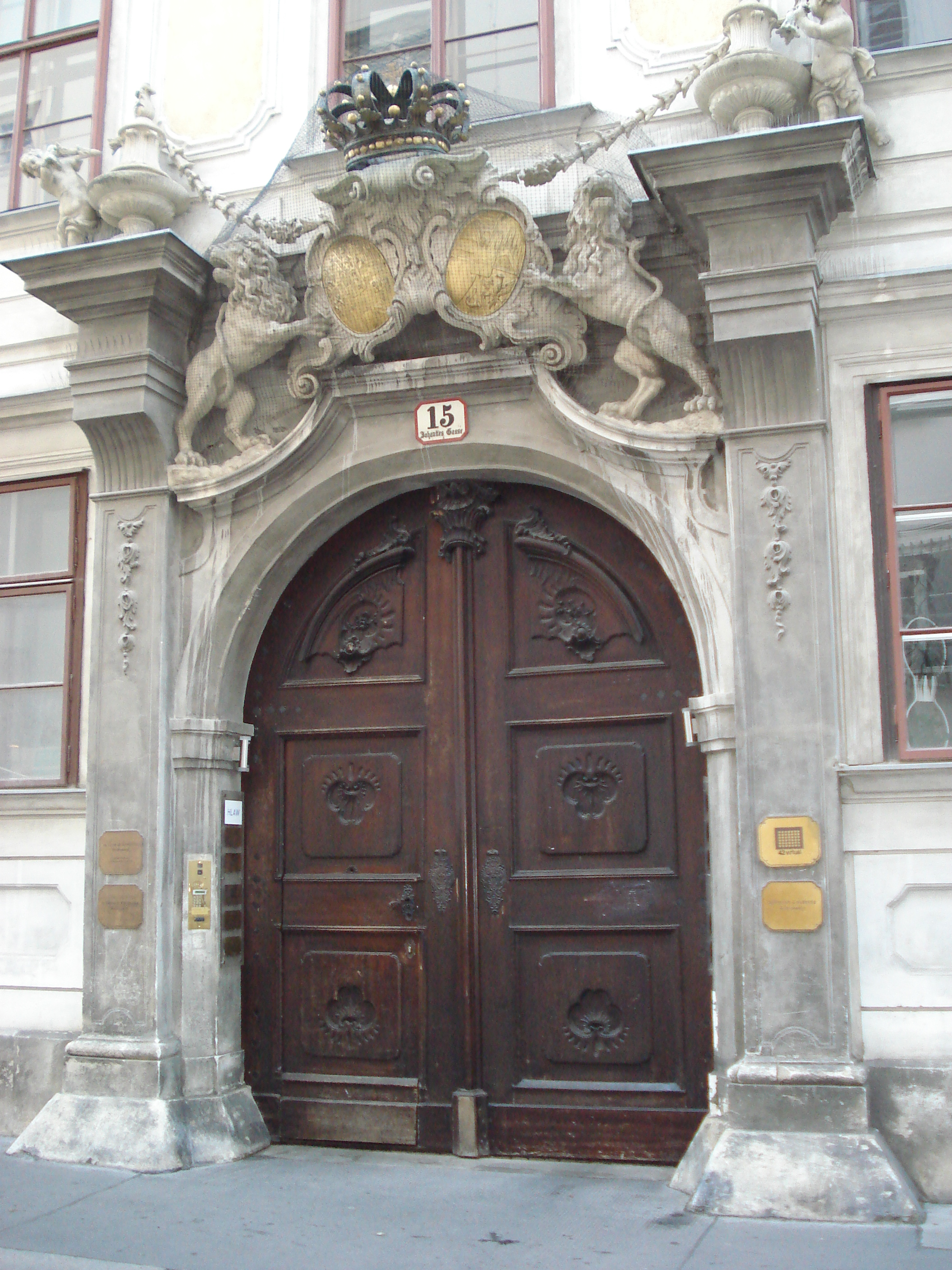
Portal
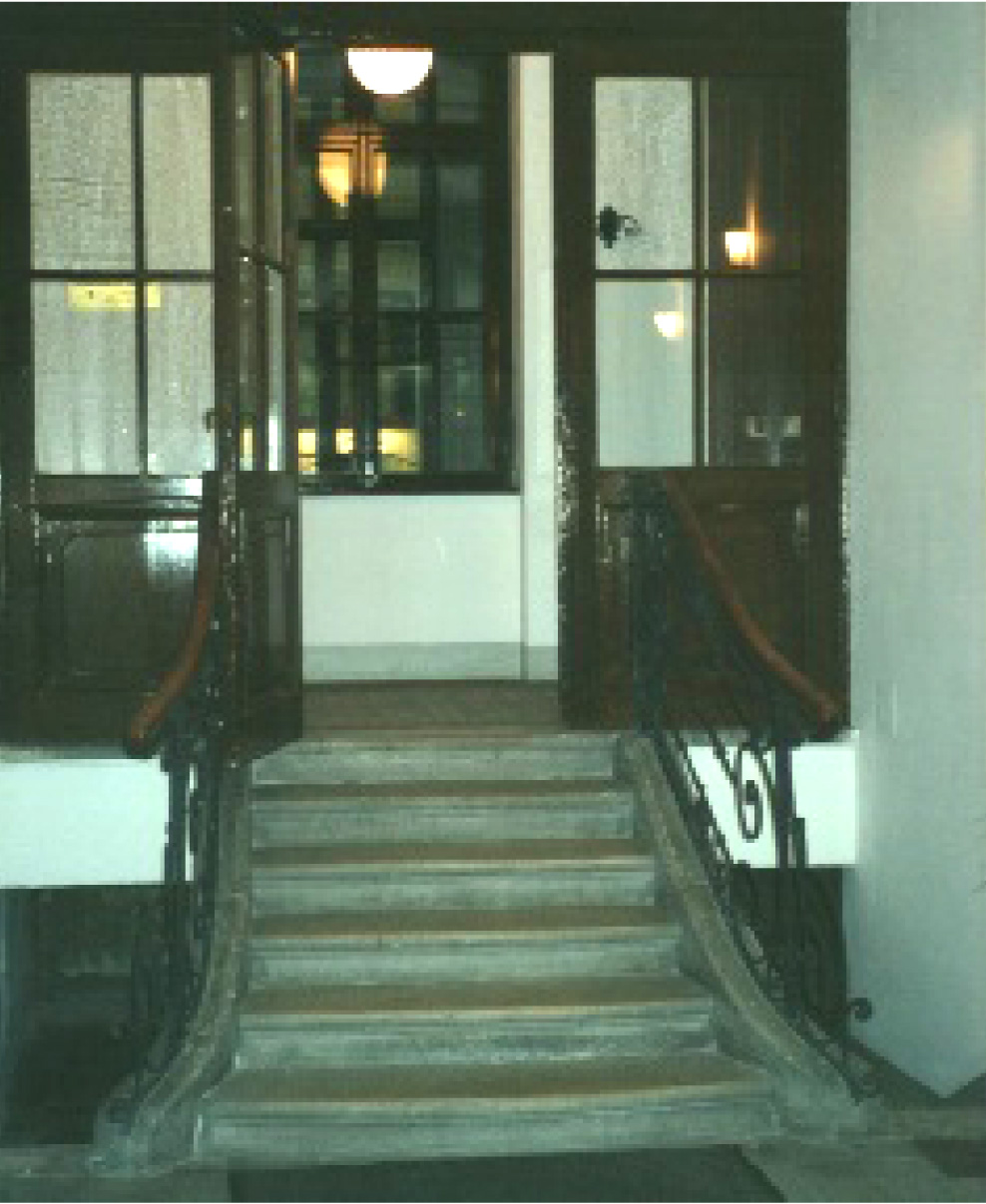
Kaisersteinstufen
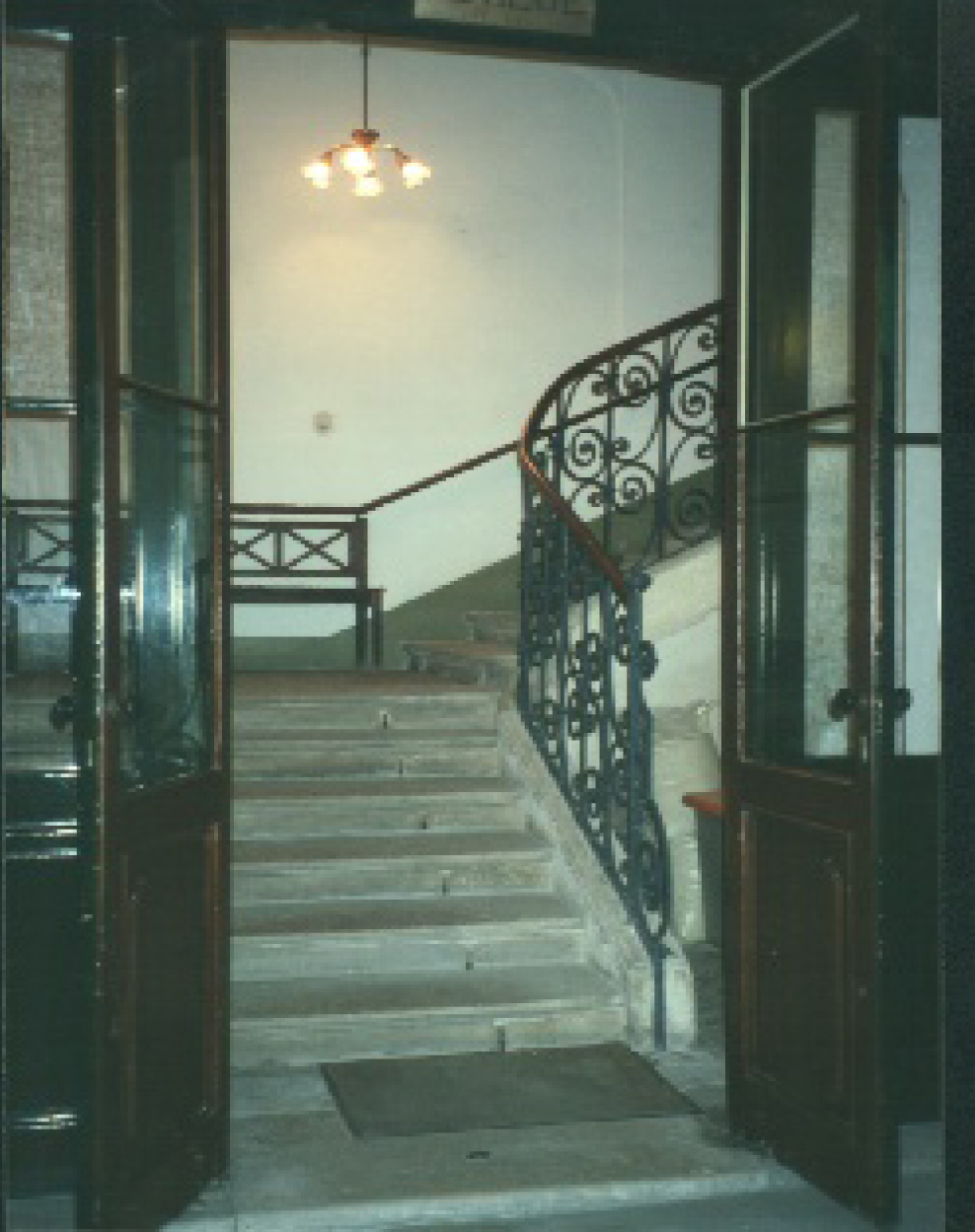
Zur Hauptstiege
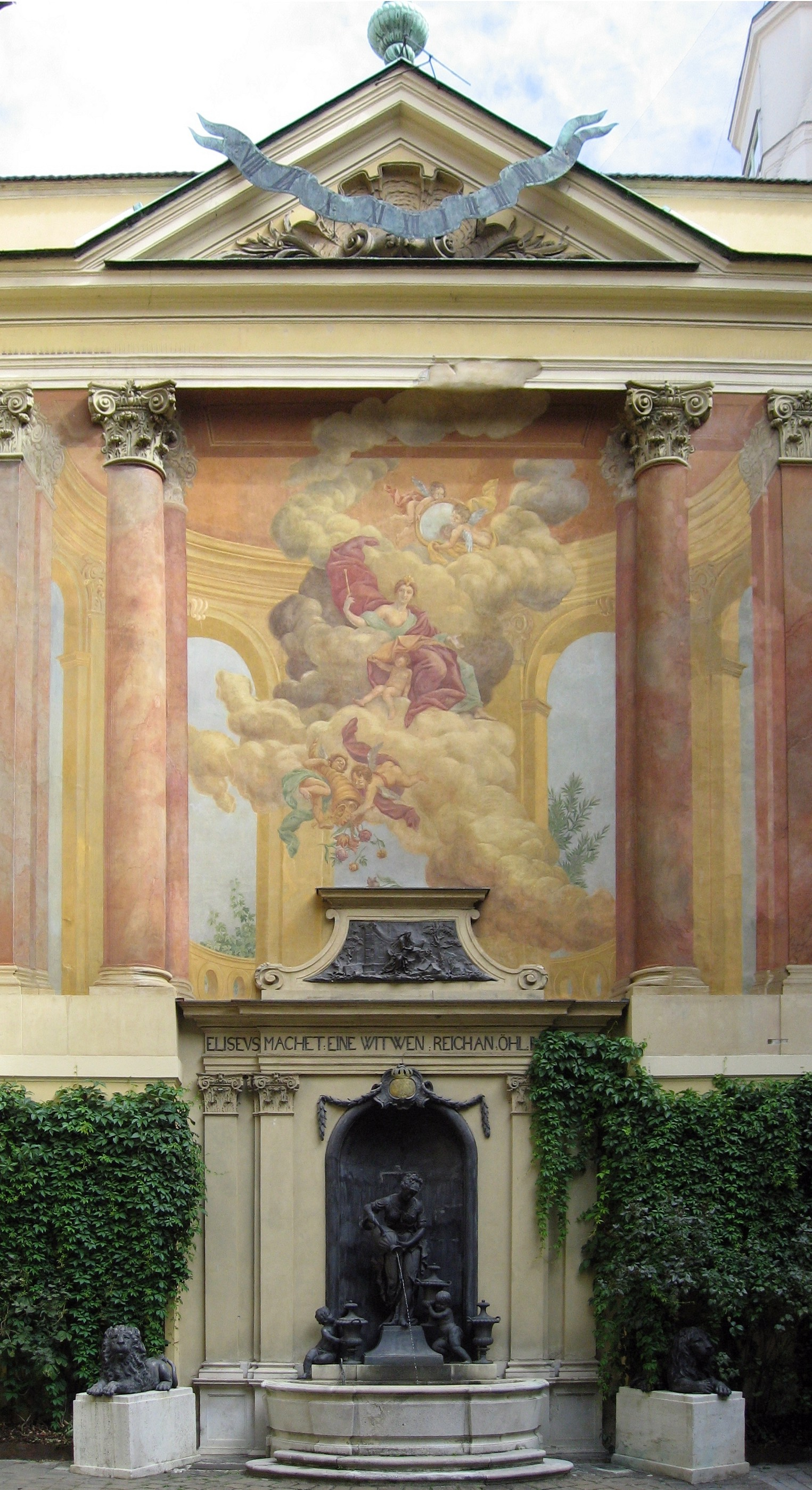
Wwe.-v.-Sarepta-Brunnen

1783 erwarb das Stift das Nachbarhaus Johannesgasse 17, weitere Adaptierungen erfolgten durch Baumeister Andreas Zach. Die Stufen der Haupttreppe im Vestibül sowie das verzweigte Stiegenhaus im Hof wurden aus Kaiserstein von Kaisersteinbruch gefertigt. Die Fassade prägt eine große Bleistatue der Immaculata von Franz Xaver Messerschmidt.

## Kaiserstein für Johann von Fries, sein frühklassizistisches Wohnhaus in der Bräunerstraße

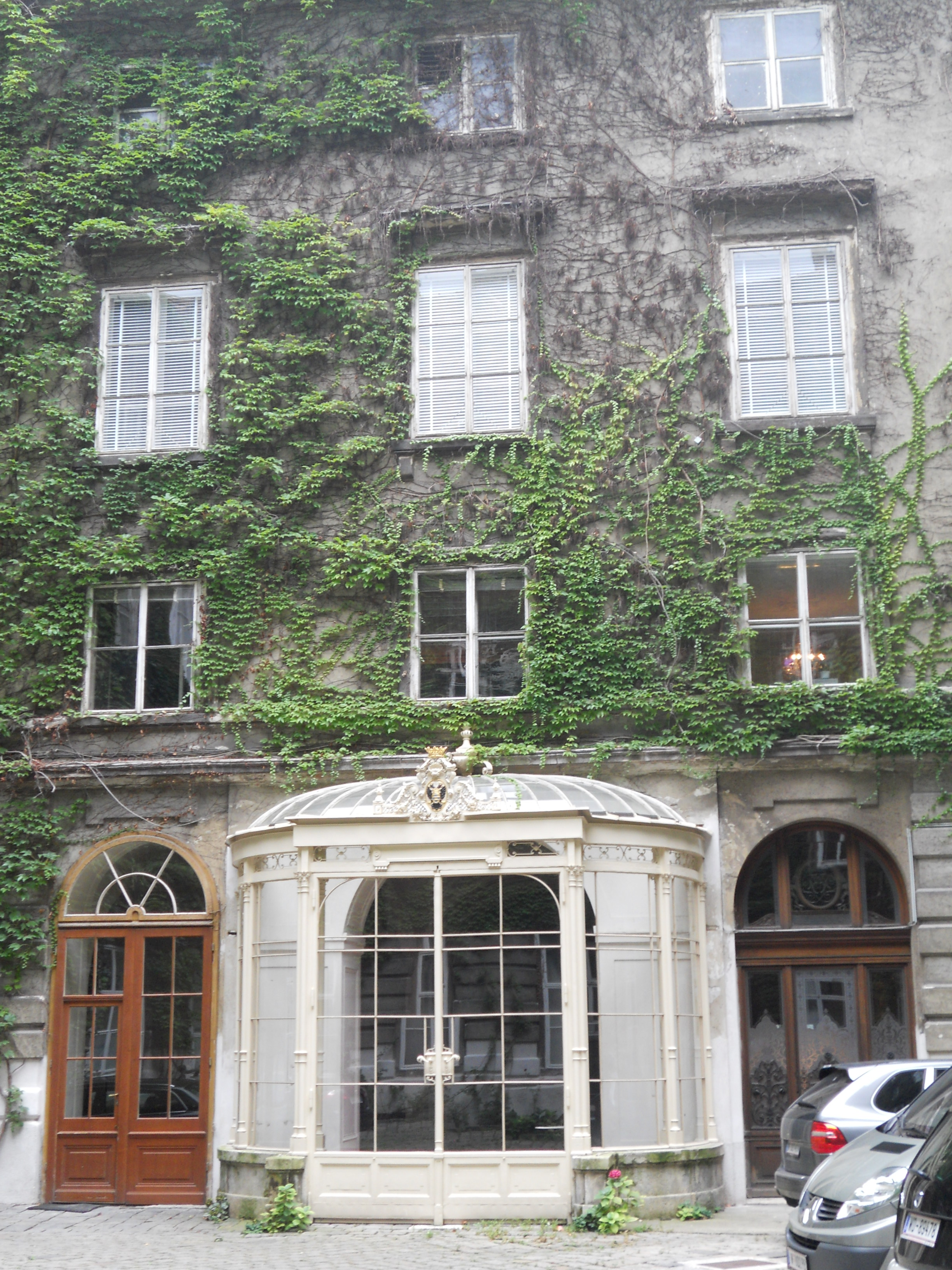
Bräunerstraße 11 Innenhof

Johann Ferdinand Hetzendorf von Hohenberg erbaute 1782 das frühklassizistische Zinshaus für Graf Johann von Fries, zusammen mit dem Nachbargebäude Nr. 11a als Hintertrakt des Palais Pallavicini.
Die lange geknickte Fassade ist als schlichte Abwandlung der Palaisfassade gestaltet. Das Stiegenhaus mit Kaisersteinstufen.

## Kaiserstein für Johann von Fries, das Pallavicini-Fries-Palais am Josefsplatz

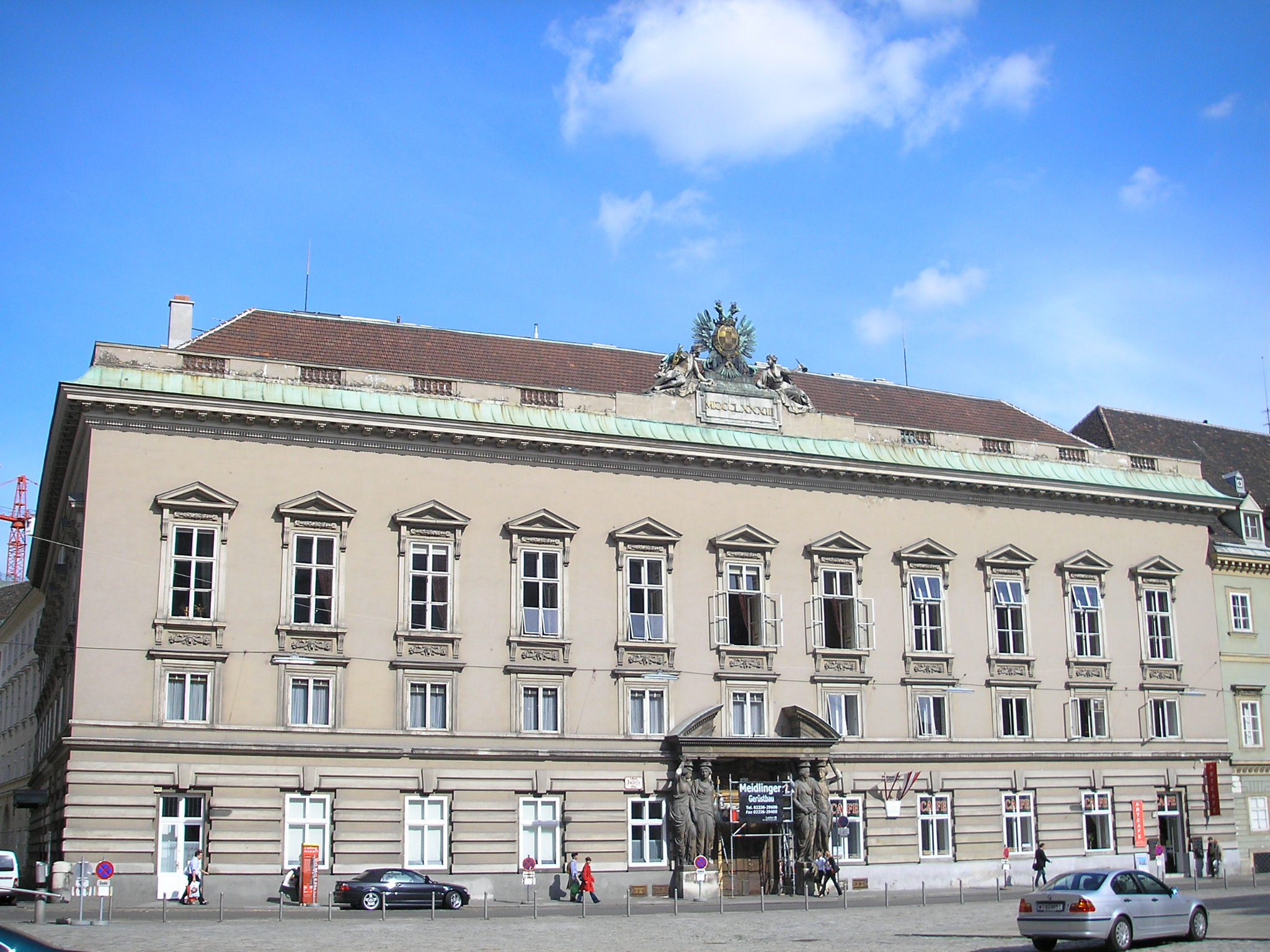
Das Palais Pallavicini am Wiener Josefsplatz
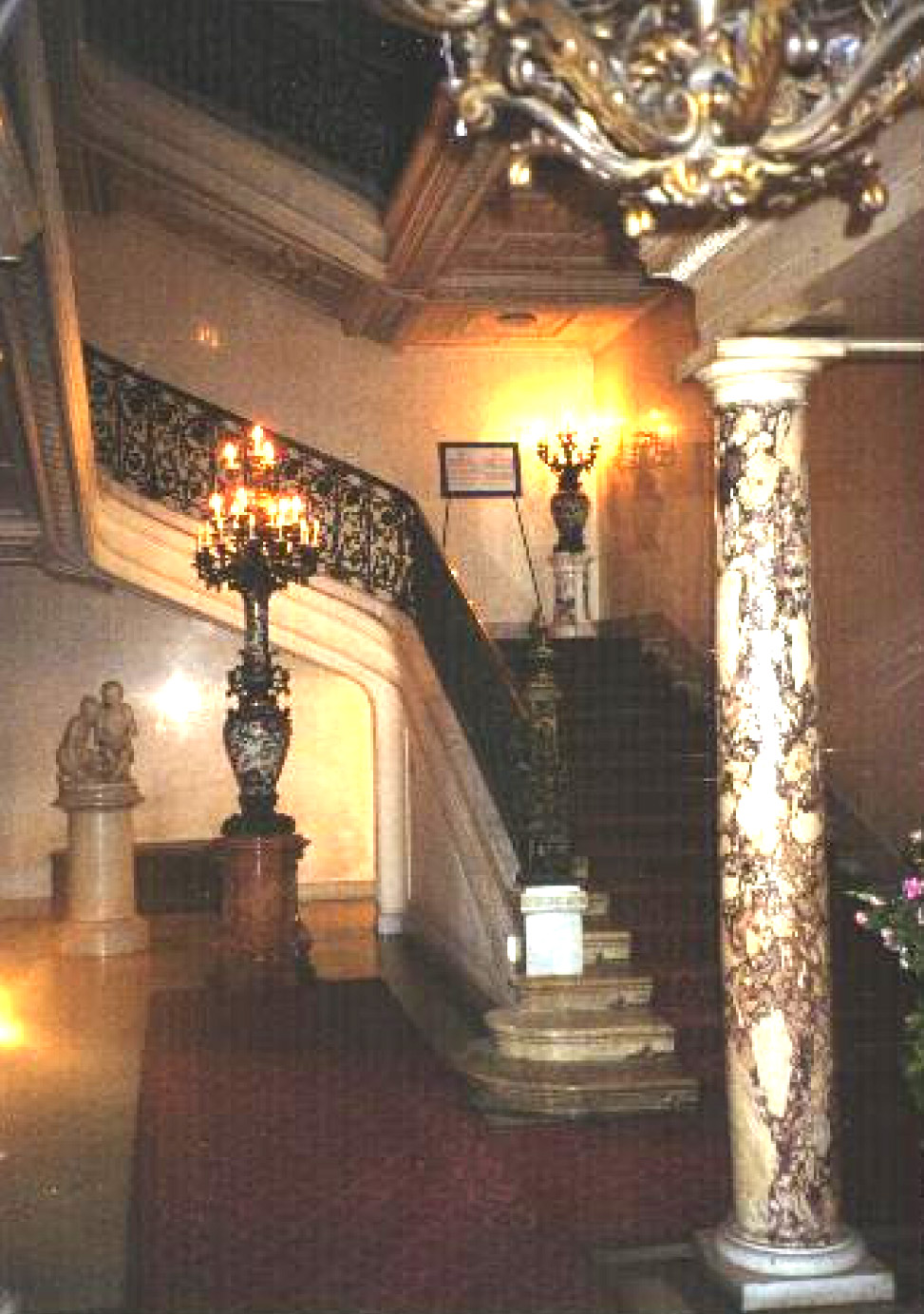
Stiege mit Kaisersteinstufen

Das einstige Majoratshaus der Grafen Salm, kam 1582 an Erzherzogin Elisabeth (Witwe nach König Karl IX. von Frankreich), die das Gebäude mit anderen Liegenschaften zur Gründung des Königinklosters verwendete. Nach dessen Aufhebung durch Kaiser Joseph II. (1782) kam es zu einer Aufteilung seiner Trakte. Noch 1782 kam der Besitz an Graf Johann von Fries, der ließ sich 1783/84 am Josefsplatz von Johann Ferdinand Hetzendorf von Hohenberg ein Palais erbauen. Sohn Moritz Reichsgraf von Fries, Bankier und Kunstsammler stattete das Palais großartig aus, brachte seine umfangreichen Sammlungen – Bücher, Graphiken und Gemälde – unter. 1842 kam es durch Kauf an Alphons Marchese Pallavicini. 1873 erbte Sohn Alexander Marchese Pallavicini, der das Stiegenhaus und die Festräume neu gestalten ließ.

## Kaiserstein für das Haus mit Marienstatue am Hafnersteig Ecke Griechengasse

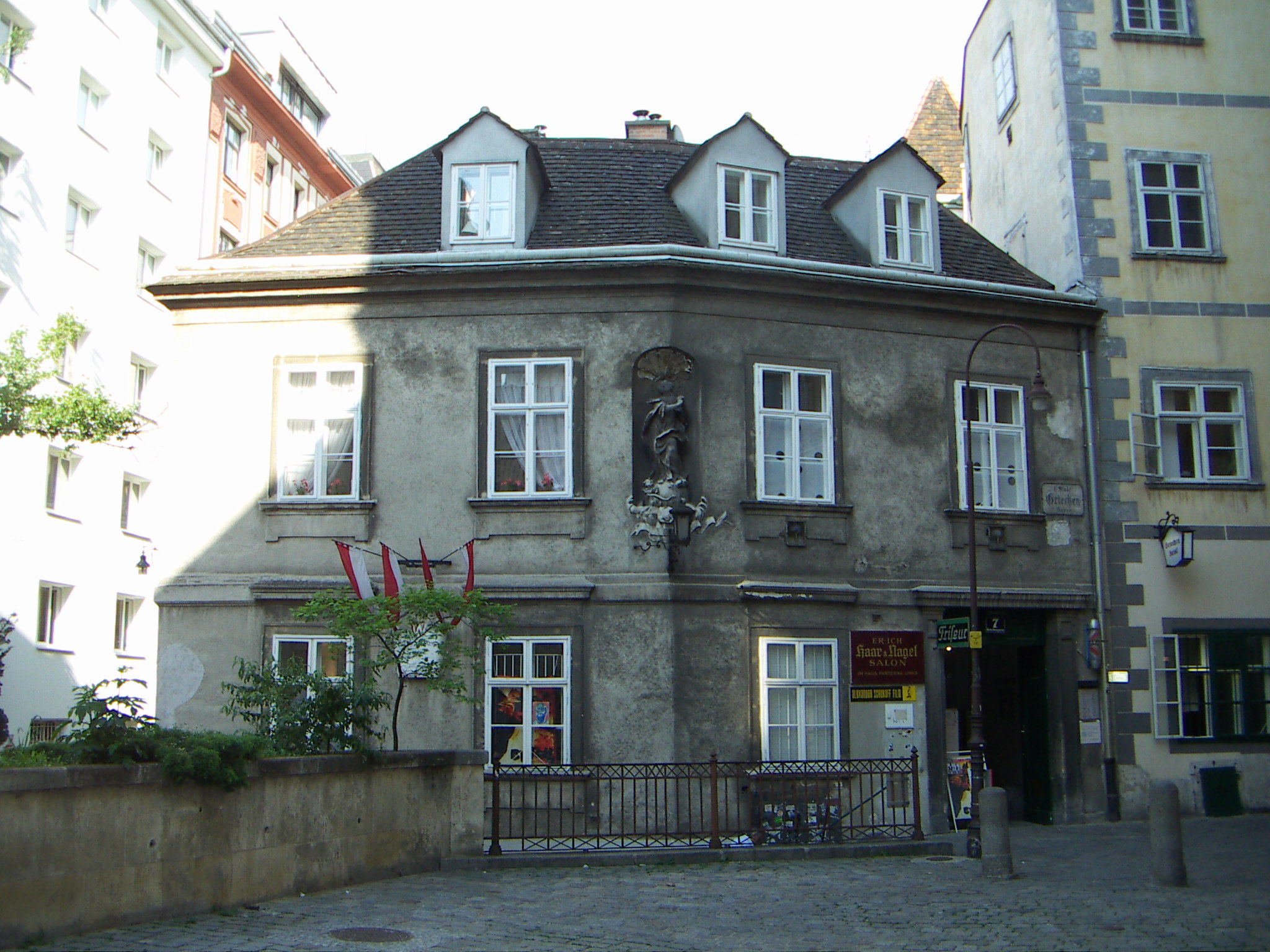
Fassade Griechengasse
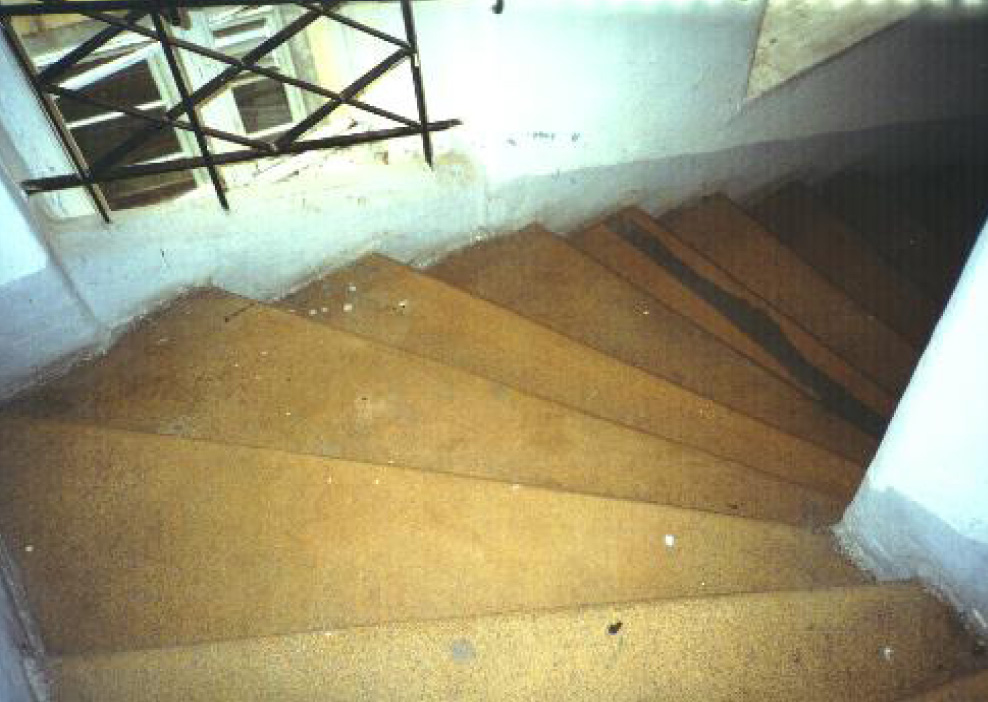
Zweipfeilerstiege mit Kaisersteinstufen

Die Fassade des Wohnhauses, im Kern aus dem 17. Jahrhundert, wurde im dritten Viertel des 18. Jahrhunderts erneuert. In einer Mauernische steht eine Immaculatastatue, unterhalb derer sich ein Inschriftenband und eine schmiedeeiserne Rokokolaterne befinden. Im Hof hat sich einer jener mehrgeschoßigen gotischen Wohntürme erhalten, die auf der Ansicht von Jacob Hoefnagel (1609) in größerer Zahl zu sehen sind. Stiegenstufen aus Kaiserstein.

## Kaiserstein für das Wohn- und Sterbehaus von Christoph Willibald Gluck
Das Haus wurde entweder vom nachmaligen Wiener Bürgermeister Johann Lorenz Trunkh von Guttenberg, Hausbesitzer ab 1699, oder vom kaiserlichen General-Feld-Wachtmeister Christian Ernst von Weilern, Besitzer ab 1712, erbaut.
Hier wohnte der Komponist Christoph Willibald Gluck. Er war seit 1784 auch Besitzer des Hauses und beauftragte den bürgerlichen Baumeister Franz Duschinger, einen Umbau durchzuführen. Es besitzt eine schlichte, aber gut proportionierte Fassade. Gluck starb hier am 15. November 1787.

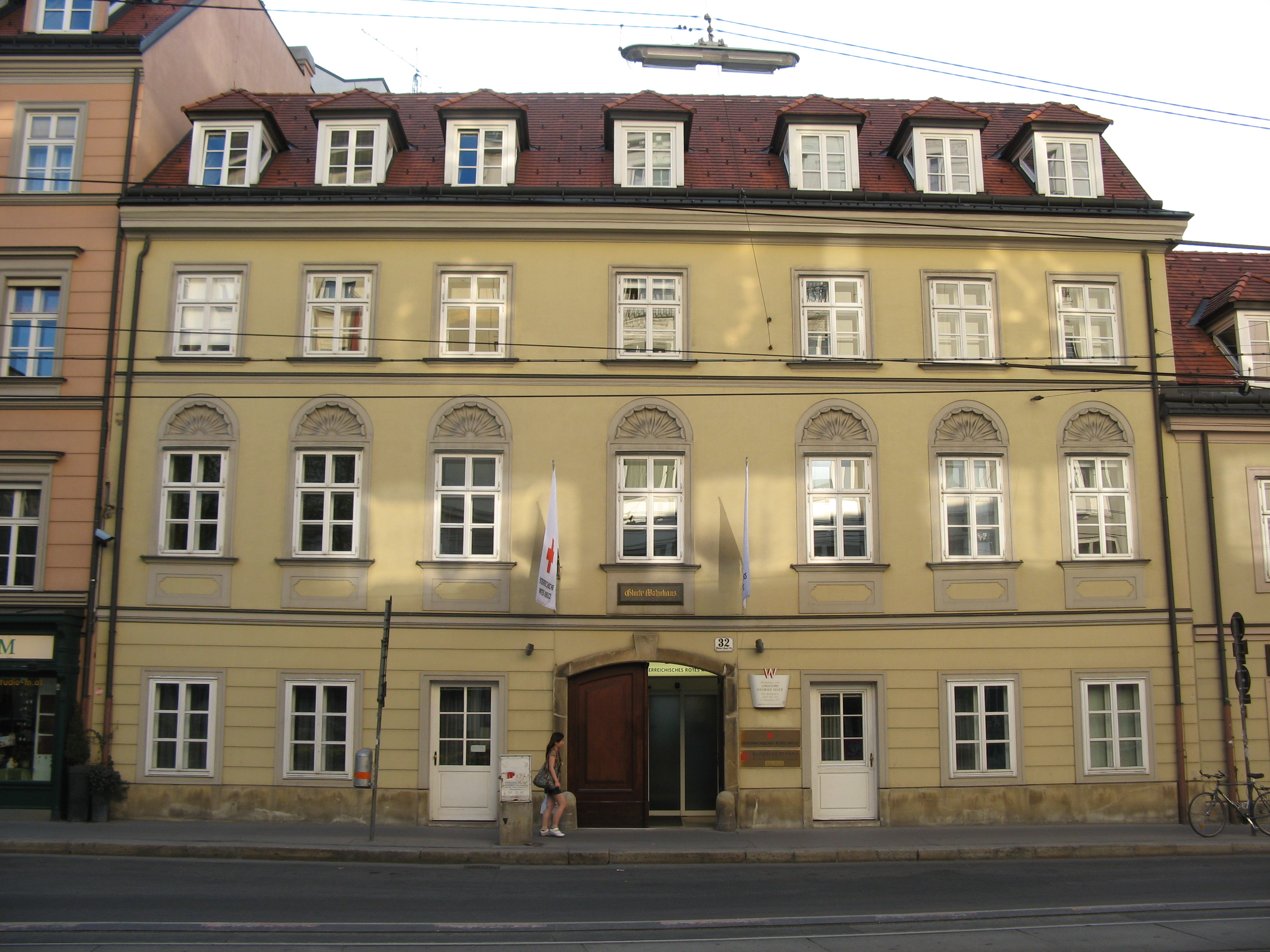
Ehem. Gluck-Haus
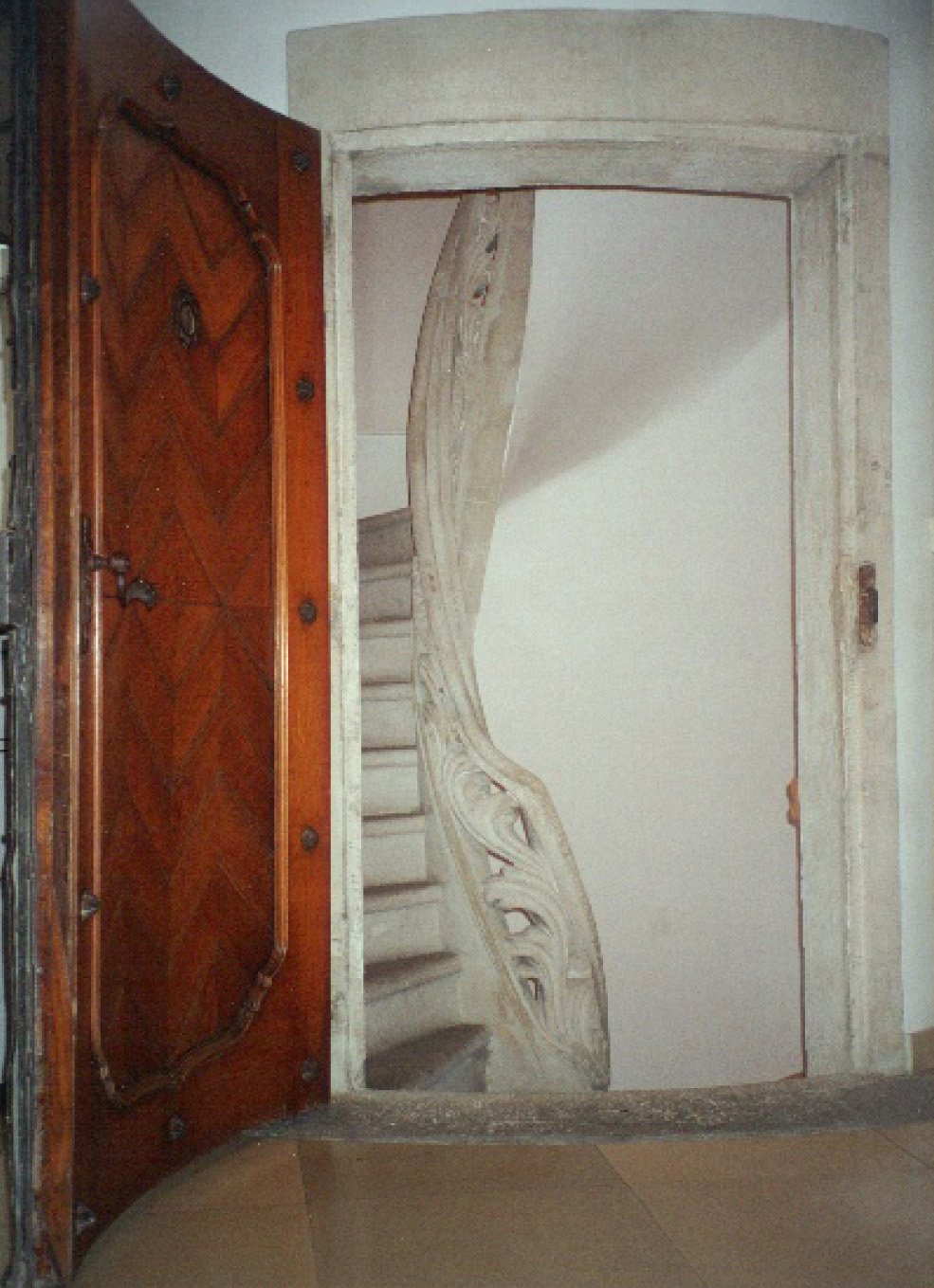
Türe zur Schnecken-Stiege
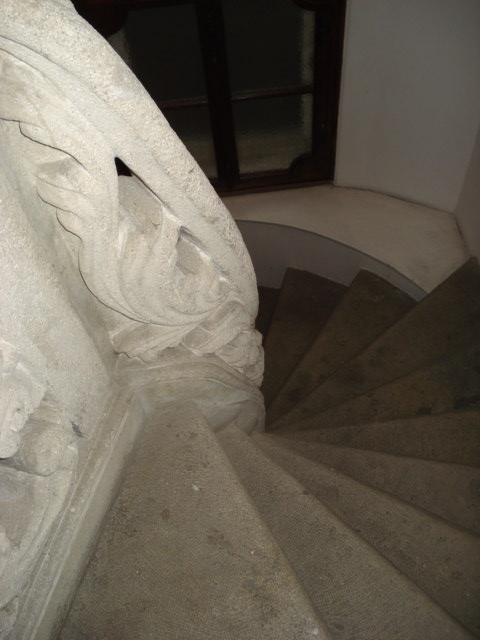
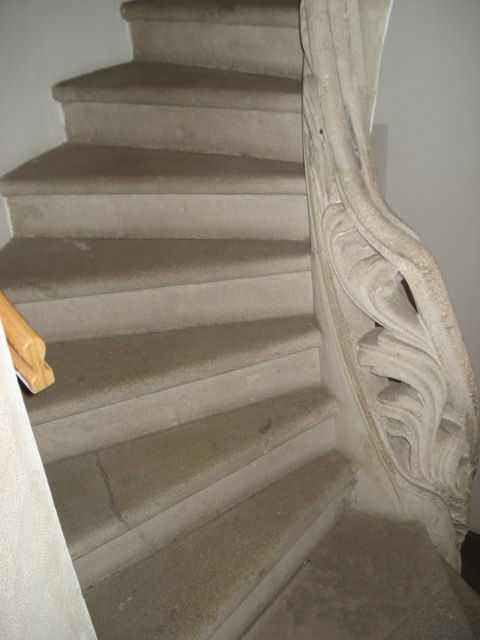
Detailsichten
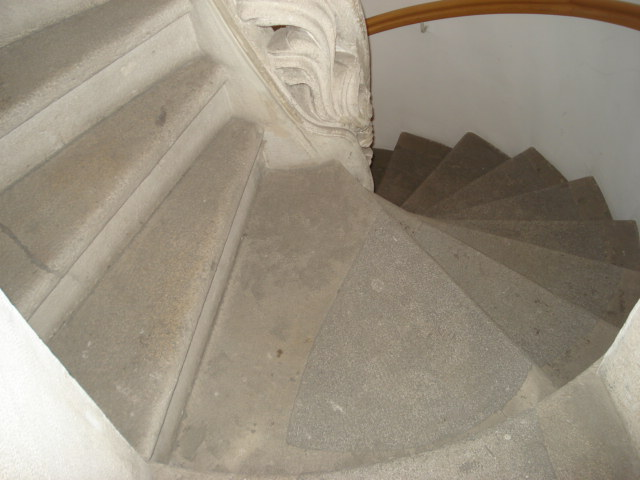

Erhalten ist eine bemerkenswerte Schneckenstiege mit Spindel aus weißem Kaiserstein, die auf die italienische Epoche im kayserlichen Steinbruch hinweist. Ein Kleinod!
- Heute befindet sich in dem Gebäude die Blutspendezentrale des Roten Kreuzes.

## Kaiserstein für die k.k. medizinisch-chirurgische Josephs-Academie

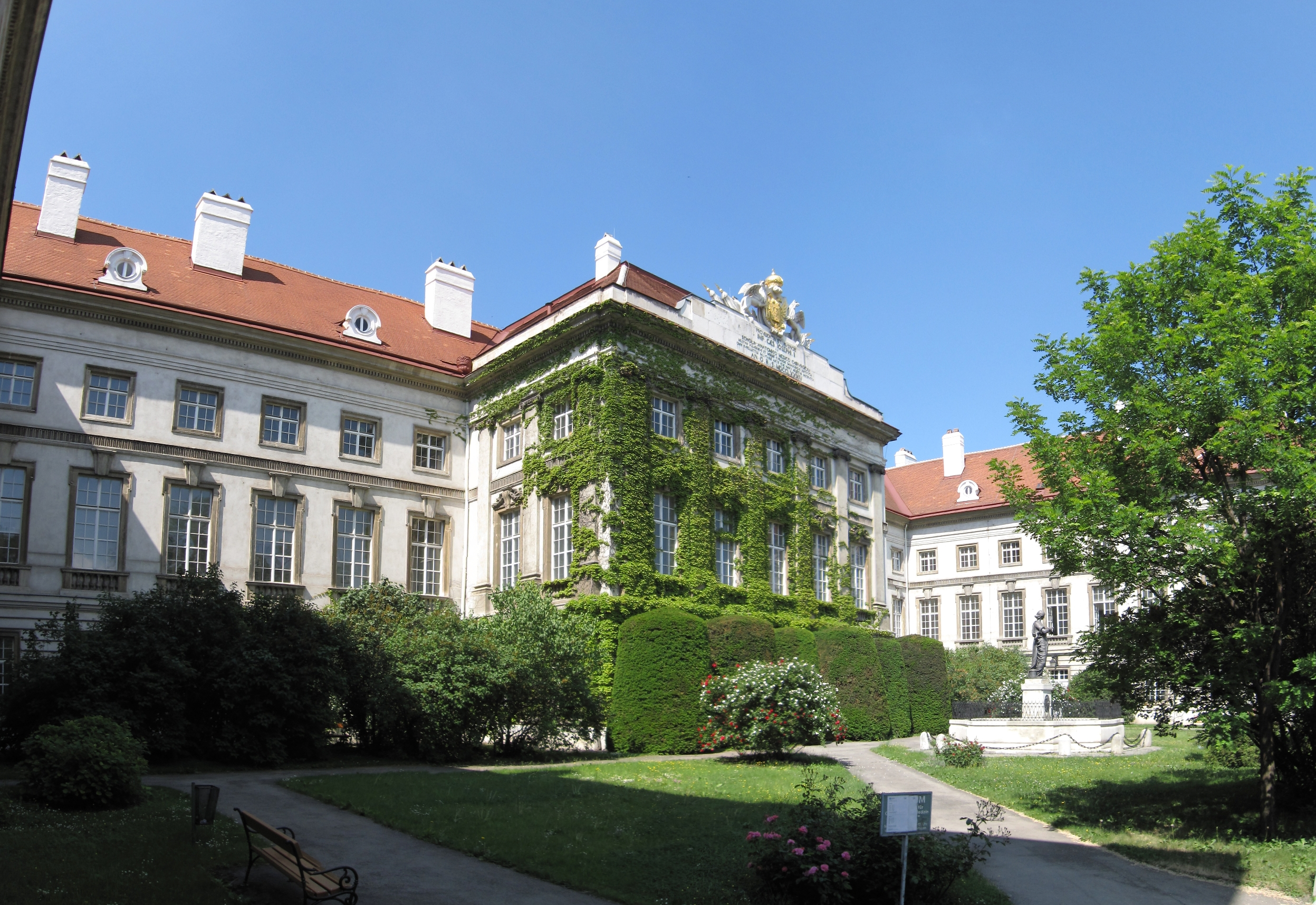
Josephinum
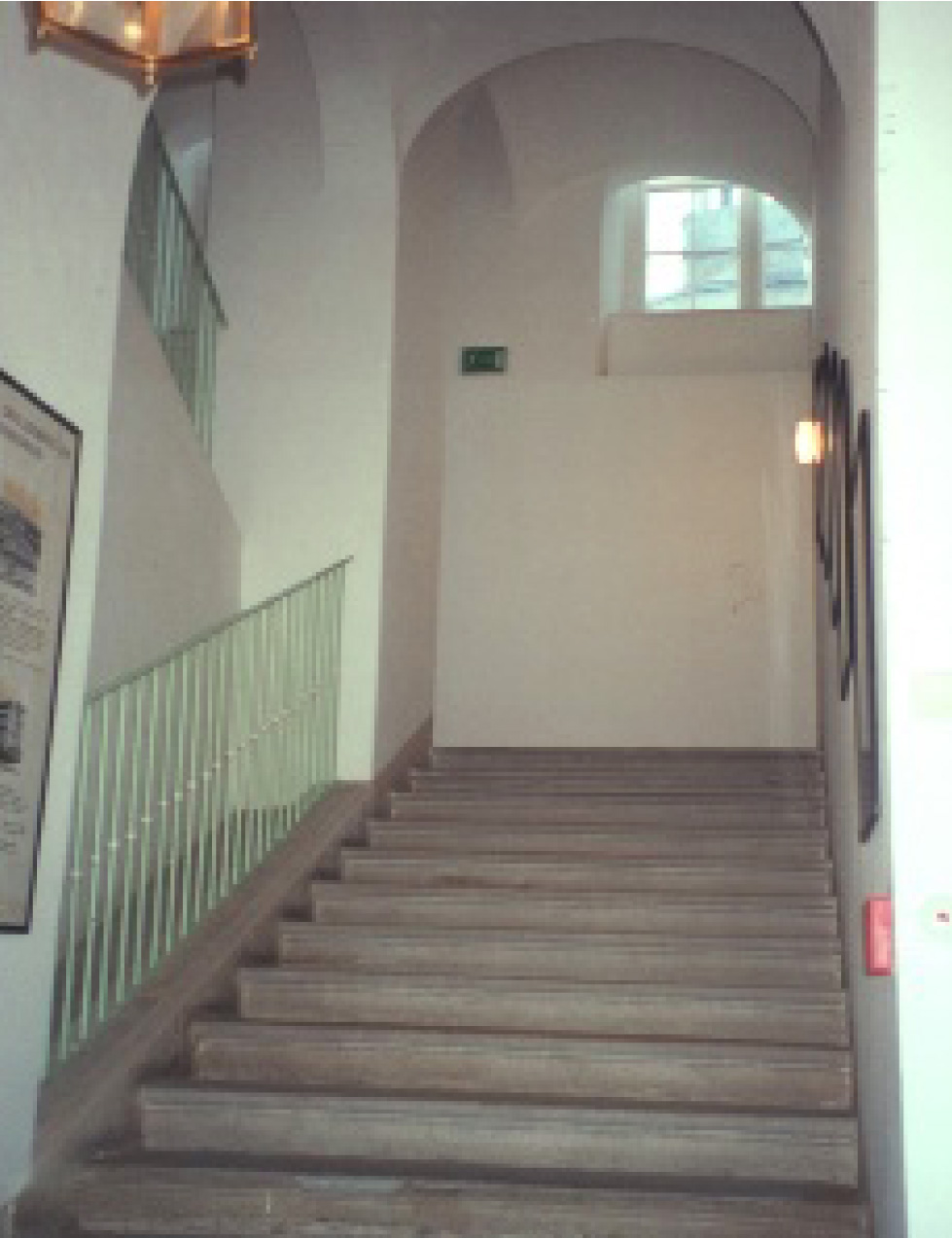
Stiege mit Kaisersteinstufen
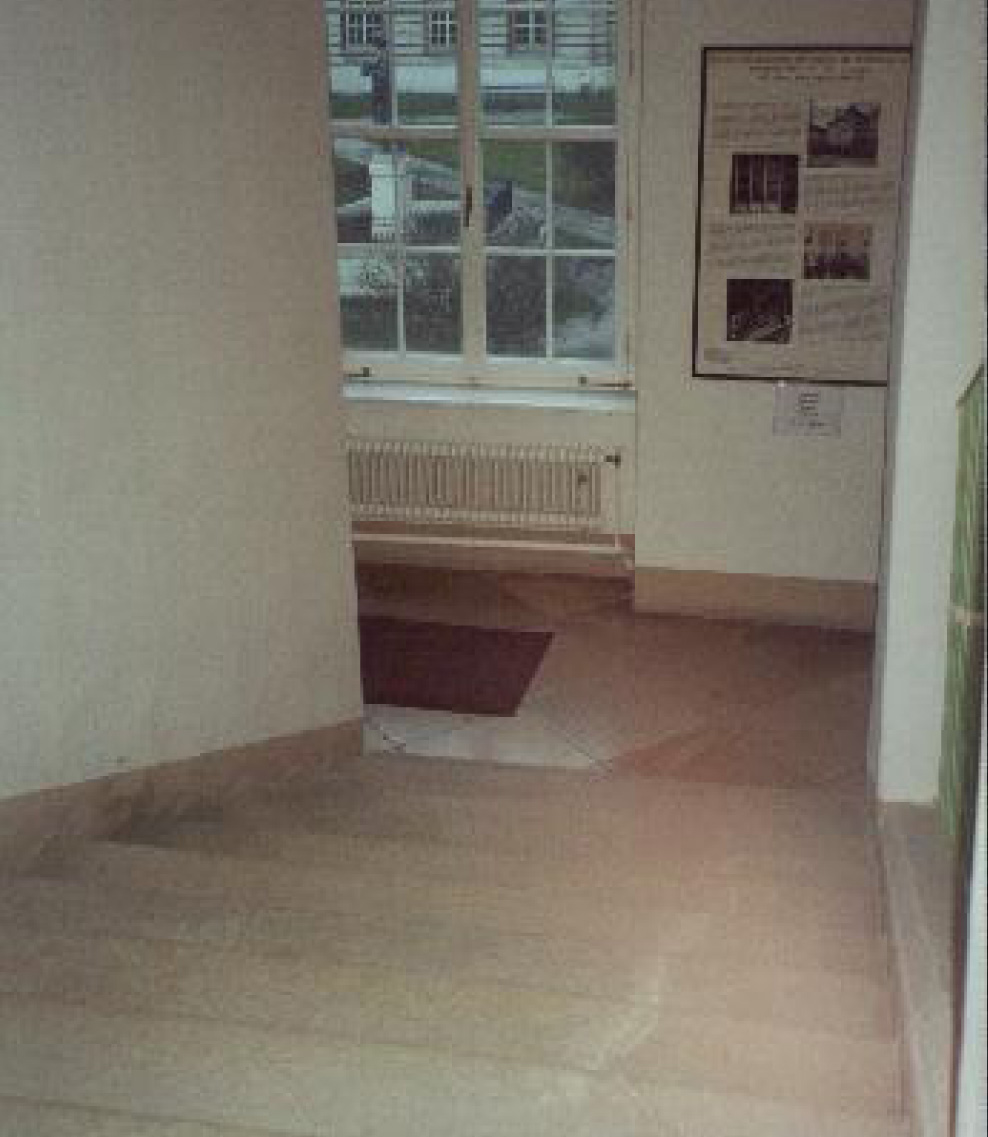

Das Josephinum wurde von Kaiser Joseph II. 1784 als k.k. medizinisch-chirurgische Josephs-Academie zur Ausbildung von Ärzten und Wundärzten für die Armee gegründet und am 7. November 1785 eröffnet.
Für die Akademie wurde in der damaligen Alservorstadt, in der heutigen Währinger Straße 25, 1783–1785 ein Neubau nach Plänen von Isidor Marcellus Amandus Canevale errichtet. Dazu wurden eine alte Schießstätte und ein Gutshof angekauft und demoliert. Der Bauplatz war in Hinblick auf das benachbarte, 1783/1784 errichtete Militär-Garnisons-Hauptspital (das spätere Garnisonsspital Nr. 1) an der heutigen Van-Swieten-Gasse gewählt worden.
Im Mitteltrakt befindet sich eine große Stiege mit Stufen von hartem, weißem Kaiserstein aus Kaisersteinbruch.
Das Bauwerk markiert die Wende vom Josephinischen Barockklassizismus zum eigentlichen Klassizismus.

## Kaiserstein für die Pfarrkirche „Heiliger Laurenz“ in der Westbahnstraße
Erbaut 1784–1786 unter Schottenabt Benno Pointner (von dem die Initiative für den Bau ausging) nach einem Entwurf von Stiftsbaumeister Andreas Zach. Der Fassadenturm wurde erst 1787 vollendet. Die Schottenfelder Kirche war dem Benediktinerstift Schottenkloster inkorporiert, seit 1946 wird sie von Deutschordenspriestern betreut.
Zur gleichen Zeit entstand der Pfarrhof als spätbarockes Vorstadthaus. In der Einfahrt rechts eine dreiläufige Stiege mit Kaisersteinstufen, ebenso die Wendeltreppe des Turmes.

### Bildhauer Philipp Stastny von der Dombauhütte St. Stephan über den Kaiserstein
Ich kenne ihn aus dem Umkreis von Wien von Barockkirchen, von Gewänden, von Portalen, z. B. in riesengroßen Stücken, mit starken Ausladungen, mit wunderschönem Profil, wenn ich an die Zeit denke, in einem Top-Zustand, die Kanten messerscharf. Der Stein ist heute noch so, wie er eingebaut wurde.

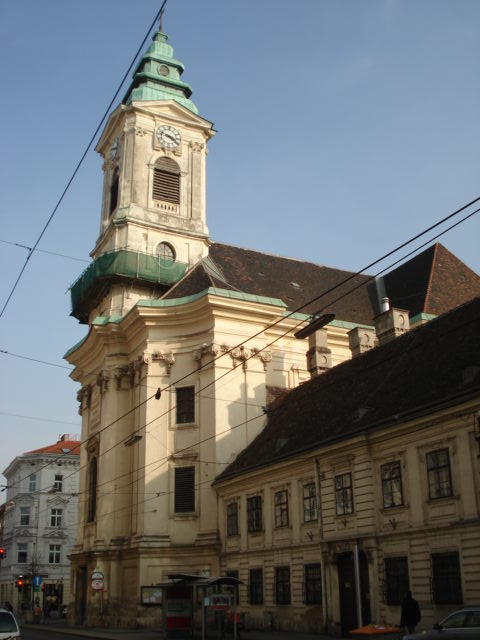
Kirche samt Pfarre
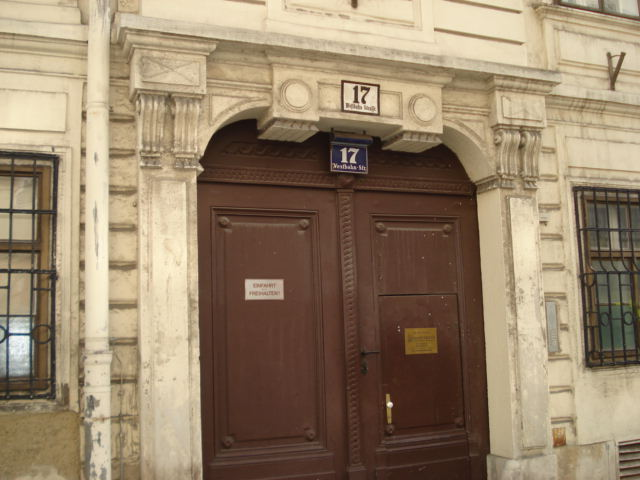
Westbahnstraße 17
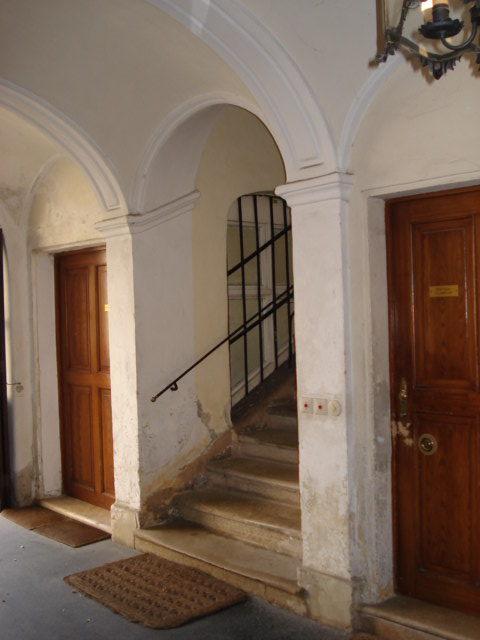
Einfahrt zur Kaiserstein-Stiege
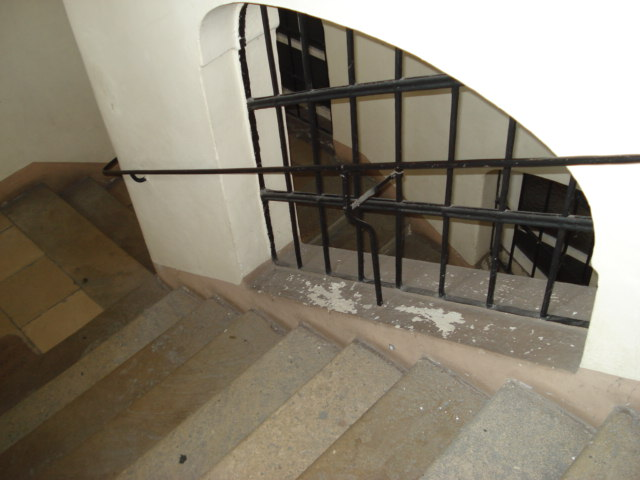
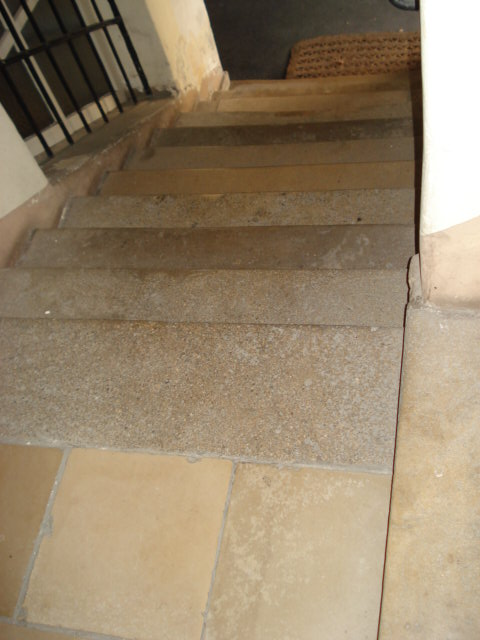

In der Pfarrkirche zum Heiligen Laurenz am Schottenfelde wurde Johann Amelin am 2. Dezember 1799 getauft. Als Steinmetzgeselle kam er nach Kaisersteinbruch, wurde Meister, heiratete in der Kaisersteinbrucher Kirche und begründete dort und in den Zentren des Leithagebirges eine bedeutende Steinmetzfamilie.

## Kaiserstein für die Mensa des Hochaltares der Kaisersteinbrucher Kirche

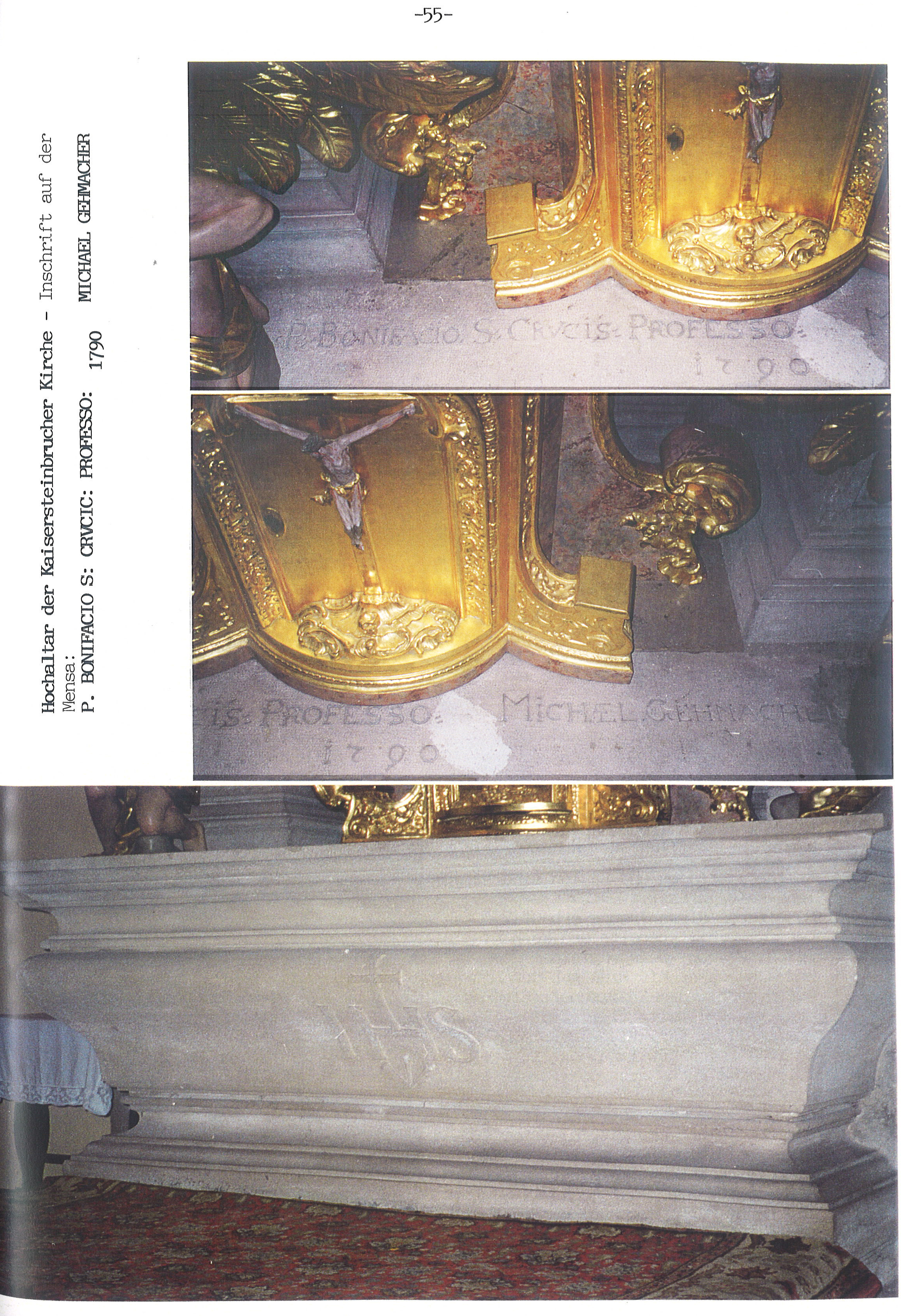
Mensa des Hochaltares

Der Hochaltar der Kaisersteinbrucher Kirche ist 1720 errichtet worden, das ist durch eine Steintafel am Altar usw. dokumentiert. Auch die „Constructores“, die Meister des Kaisersteinbrucher Steinmetzhandwerkes sind da angeführt. Auf der Mensa des Altares wurde eine Inschrift „entdeckt“:
P. BONIFACIO S: CRVCIS: PROFESSO:        MICHAEL GEHMACHER
1790
Pater Bonifaz Greiner vom Stift Heiligenkreuz war von Oktober 1775 bis Jänner 1807 Pfarrverweser in Steinbruch. Michael Gehmacher, Steinmetzmeister und Richter in Steinbruch von 1793 bis 1808.

## Kaiserstein für Josef Benedikt Pasqualati von Osterburg, Leibarzt Maria Theresias, sein Miethaus

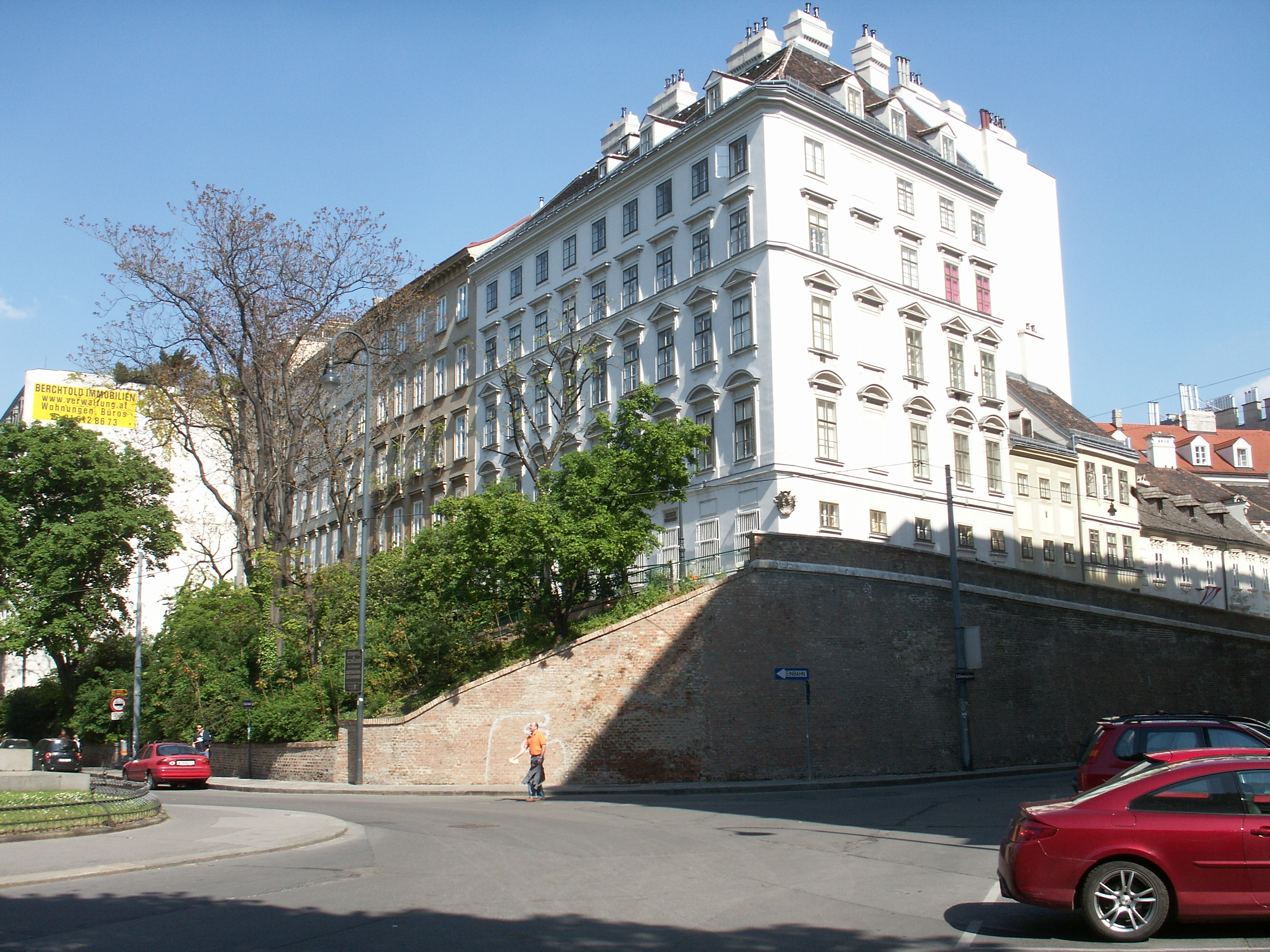
Pasqualati-Haus auf der Mölker Bastei

Das Pasqualati-Haus befindet sich an der Ecke Mölker Bastei 8/Schreyvogelgasse 16 in exponierter Lage auf der Rampe der ehemaligen Wiener Stadtbefestigung. In der ehemaligen Wohnung Ludwig van Beethovens befindet sich heute ein Museum.
- Das Gebäude ist nach Johann Baptist Freiherr von Pasqualati und Osterburg, dem Leibarzt Maria Theresias benannt, der 1791–1796 zwei kleine Basteihäuser von Peter Mollner zu einem stattlichen Mietshaus vereinigen ließ.

Bedeutung erlangte das Haus dadurch, dass der Sohn Johann Baptist Freiherr von Pasqualati, seit 1803 Miteigentümer des Hauses, Ludwig van Beethoven im 4. Stock eine Wohnung zur Verfügung stellte, die dieser zwischen 1804 und 1815 wiederholt bewohnte. Die Stufen, die er da zu steigen hatte, sind aus Kaiserstein. Im Stiegenhaus mit Wendeltreppe befinden sich noch originale Geländer und Gittertüren aus Schmiedeeisen.

## Kaiserstein für den Generalihof am Graben
Das Gebäude am Graben 13 wurde 1794/95 durch Peter Mollner und Ernest Koch errichtet und 1831 durch Josef Klee umgebaut, wobei auch der Fassadendekor verändert wurde. Zwei Stiegen mit Stufen und Bodenplatten aus Kaiserstein mit blauen Einschlüssen.

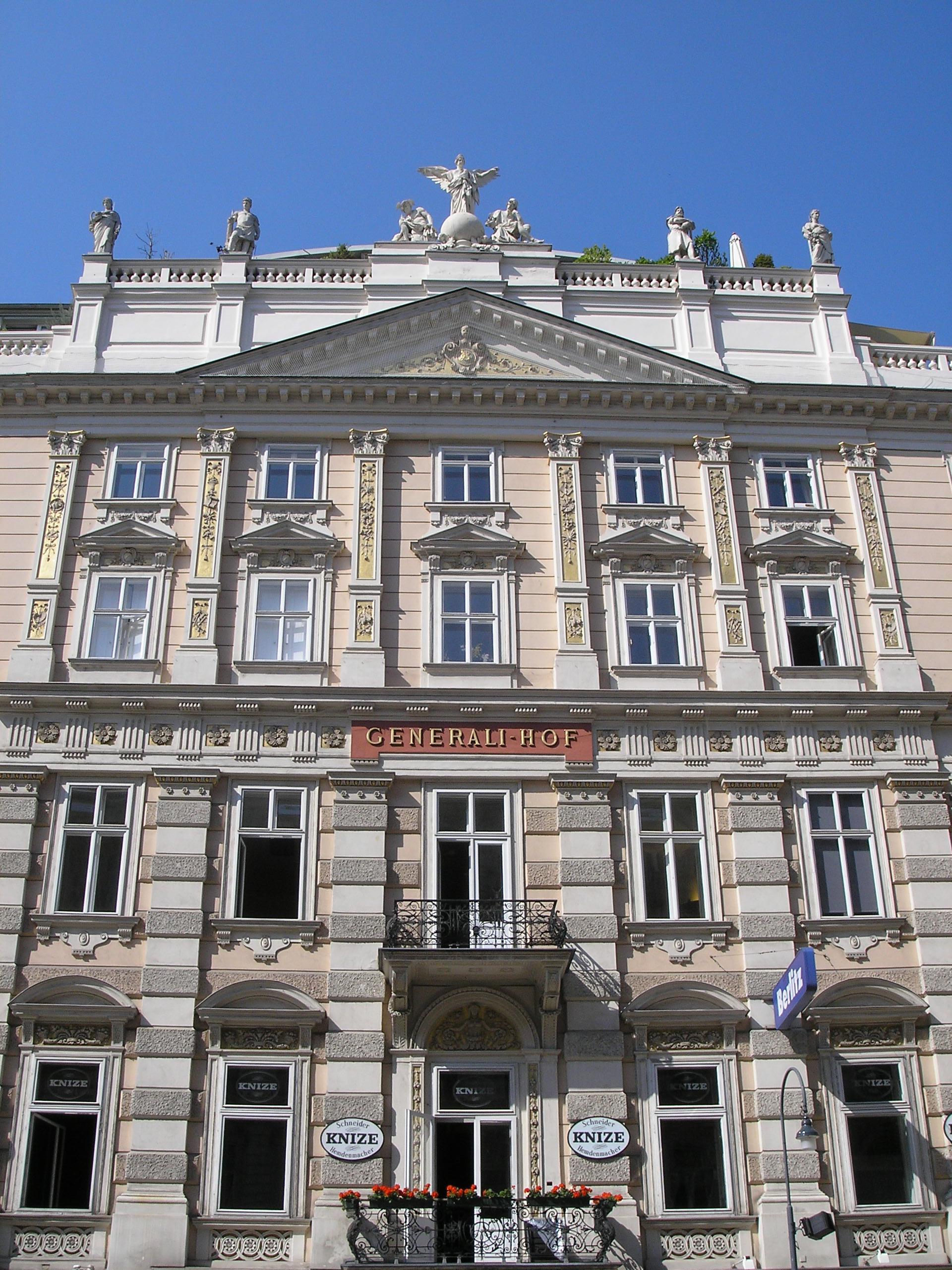
Generalihof
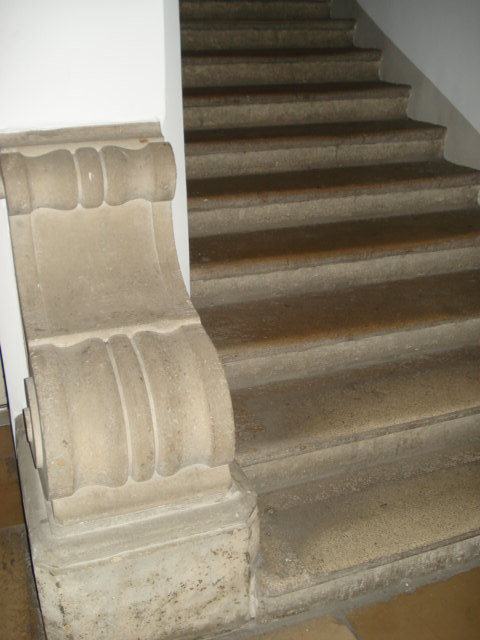
Stiege 1
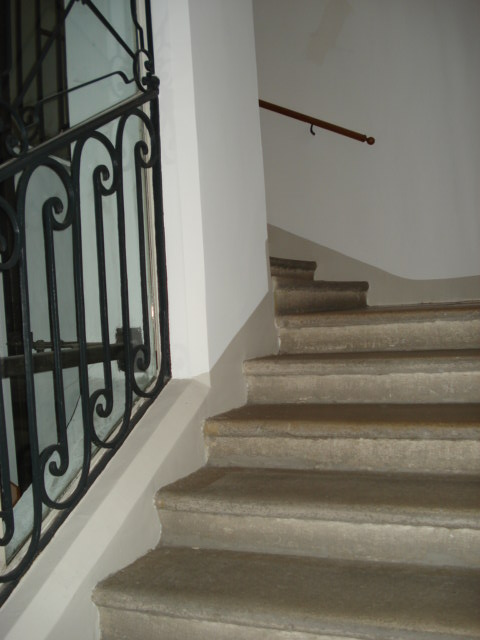
Vierpfeilertreppe

1894 erfolgte durch die Assicurazioni Generali ein Neubau, das im Erdgeschoß gelegene Geschäftslokal von Kniže & Comp. wurde 1910/13 von Adolf Loos gestaltet (Denkmallisteneintrag).

## Kaiserstein für das Vorstadthaus „Zum roten Krebsen“, das Geburtshaus von Franz Schubert

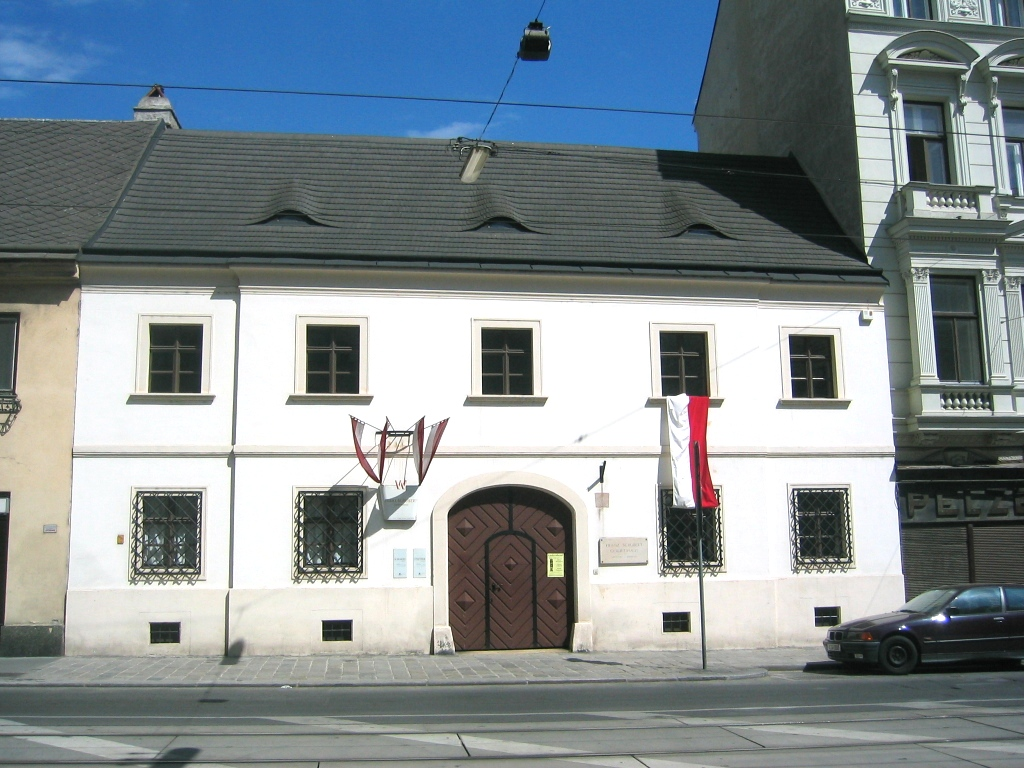
Wien Museum Geburtshaus Franz Schubert
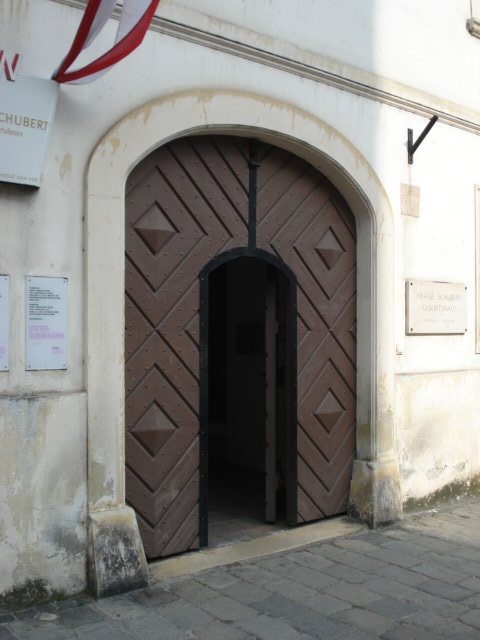
Portal
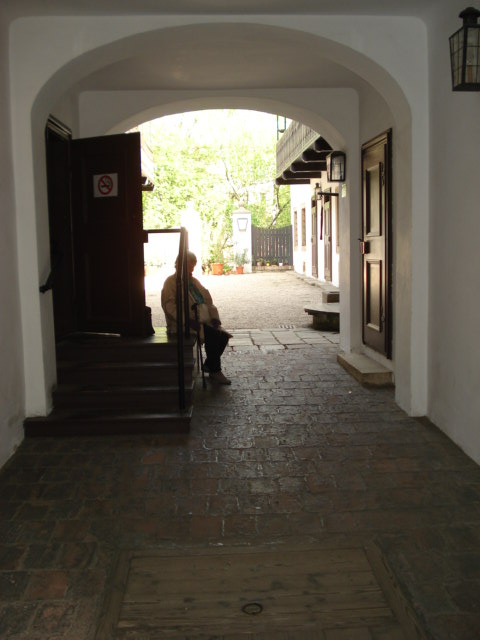
Einfahrt in den Pawlatschenhof, Ziegelboden
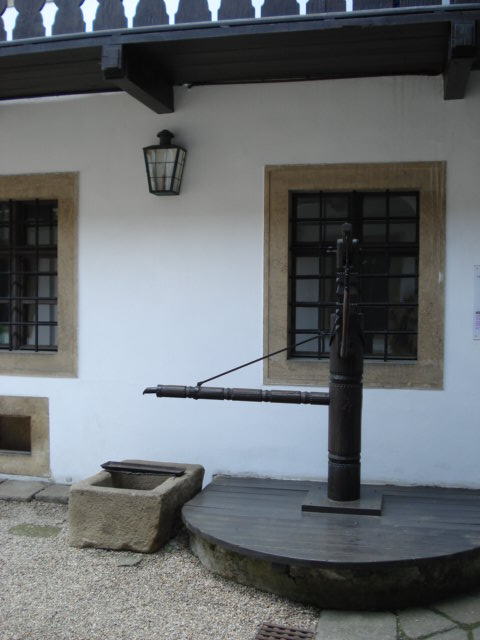
Brunnenbecken Kaiserstein
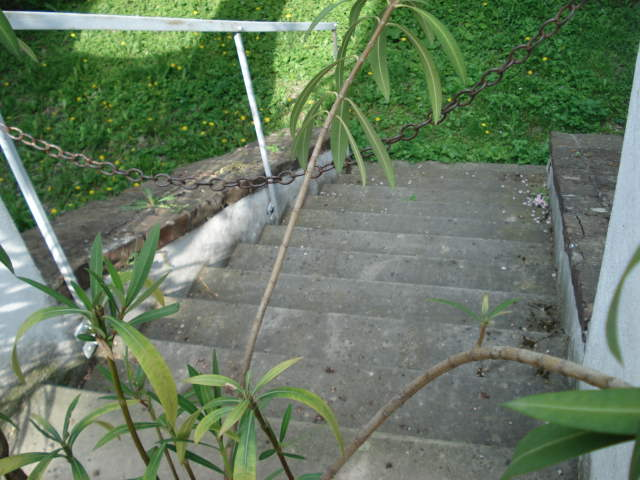
Gartenstiege
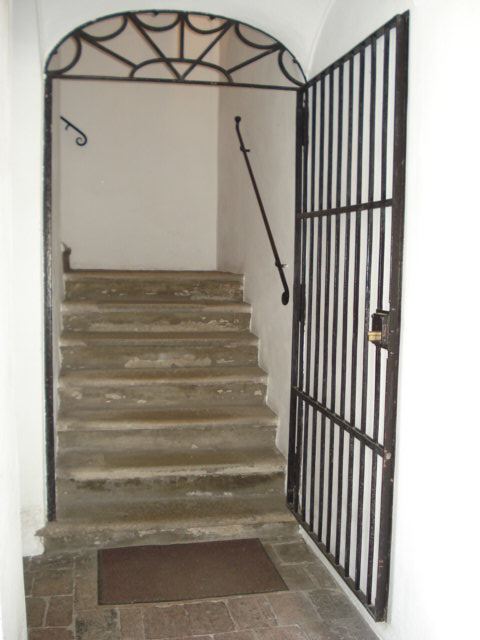
Zugang zum Stiegenhaus
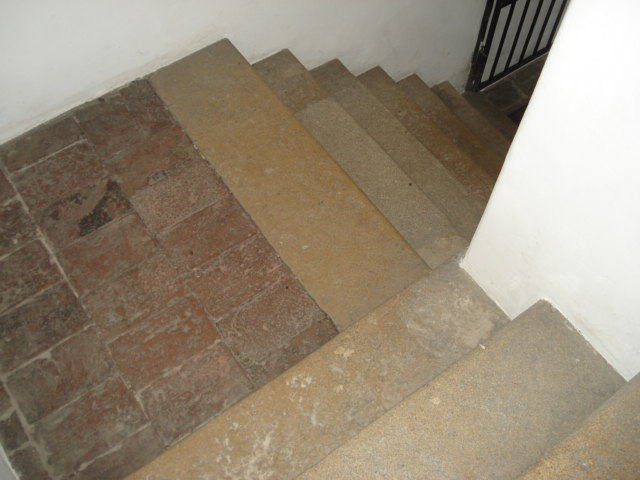
Ausgebesserte Kaisersteinstufen

In dem kleinen einstöckigen Haus „Zum roten Krebsen“ auf dem Himmelpfortgrund, samt einer Stiege mit Stufen aus Kaiserstein, das damals einem Matthias Schmidthuber gehörte, kam am 31. Jänner 1797 Franz Schubert als Sohn des Schullehrers Franz Schubert und dessen Frau Elisabeth (geb. Vietz) zur Welt. Die Familie wohnte hier bis 1801 und übersiedelte dann in die Säulengasse 3. Das Haus in der Nußdorfer Straße, dessen langgestreckter Hof mit den beiden Hoftrakten und den Pawlatschengängen für die Bauzeit typisch ist, wurde von der Gemeinde Wien angekauft und am 18. Juni 1912 als Museum eröffnet. Im Garten (links) wurde 1910 der von Josef Müllner (1879–1968) geschaffene „Forellenbrunnen“ aufgestellt.

## Kaiserstein für die Franzensburg, ein Denkmal ihres geistigen Schöpfers Kaiser Franz II. (I)
Unter Leitung des Hofarchitekten Isidore Canevale hatte Schlosshauptmann Michael Sebastian Riedl bei der Vergrößerung des Laxenburger Parks mitgearbeitet.
Die erste Bauphase der Franzensburg wurde von 1798 bis 1801 nach Riedls Plänen hauptsächlich durch Hofsteinmetzmeister Franz Jäger ausgeführt. Herr Wolfgang Mastny von der Schloss Laxenburg BetriebsgesmbH., zuständig für Kunstgeschichte, führte zu den Stiegenanlagen mit Kaisersteinstufen, zum kreisrunden Burgverlies im Erdgeschoß des Hohen Turmes, in der Mitte ein Brunnenbecken aus Kaiserstein. Die typische Blaufärbung ist gut zu erkennen.

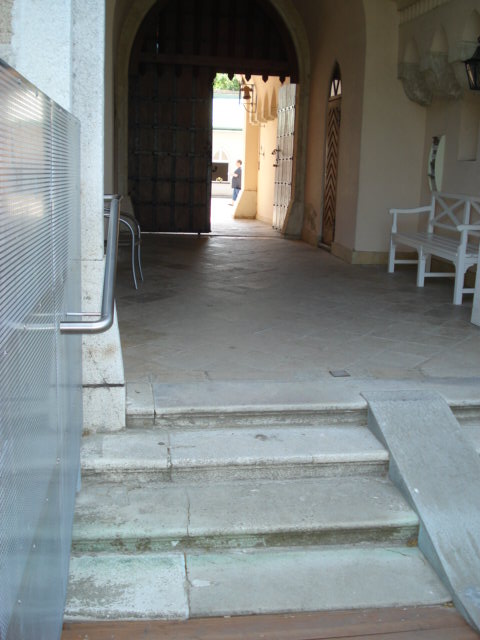
Fähre Stufen Franzensburg
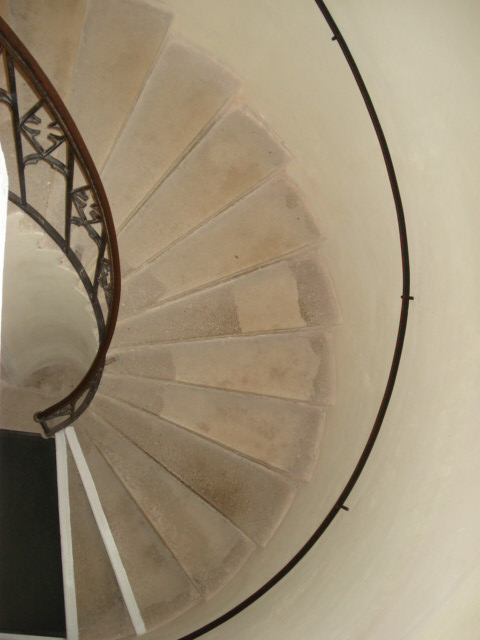
Eingangshalle Lothringersaal
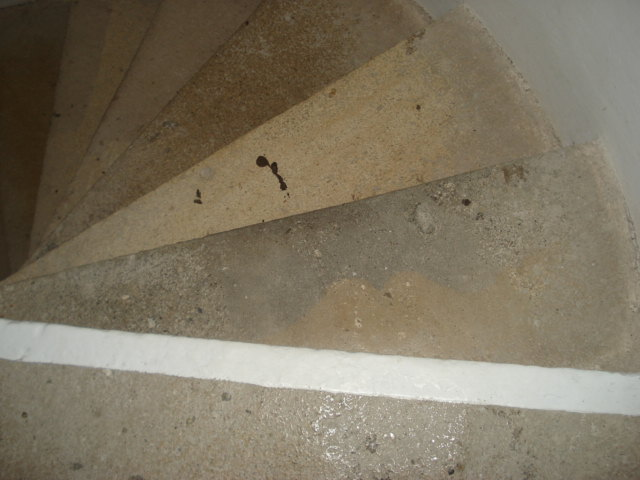
Hoher Turm 165 Stufen, Kaiserstein, zum Verlies
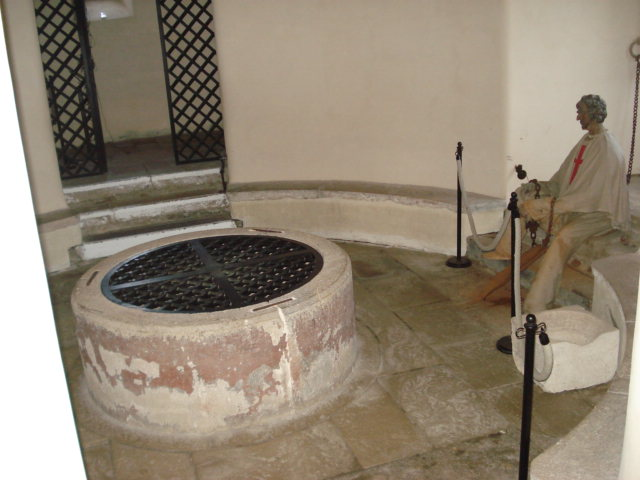
Hoher Turm Burgverlies, Brunnenbecken Kaiserstein
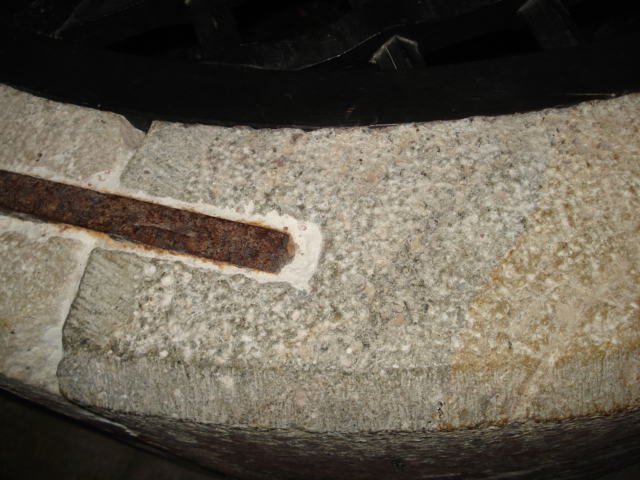
Kaiserstein
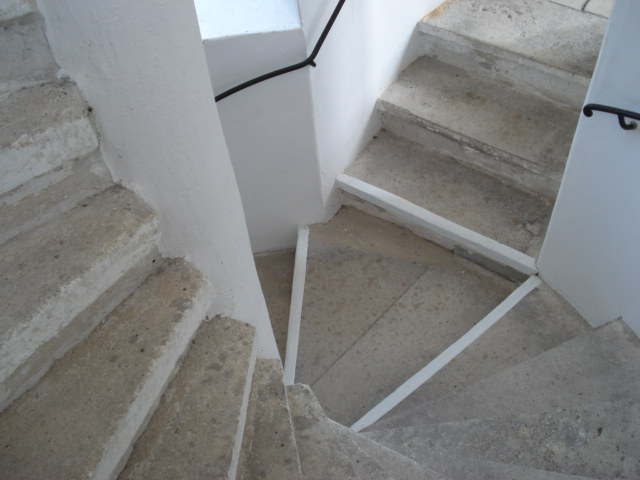
Stufen-Überschneidung
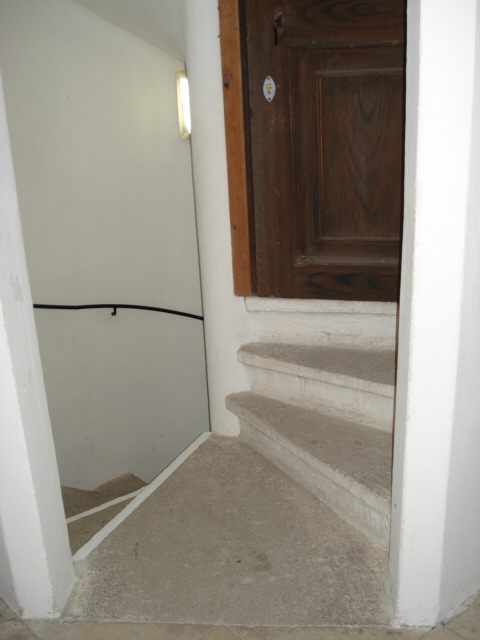
Stiege Neue Vogtei

### Altes Schloss

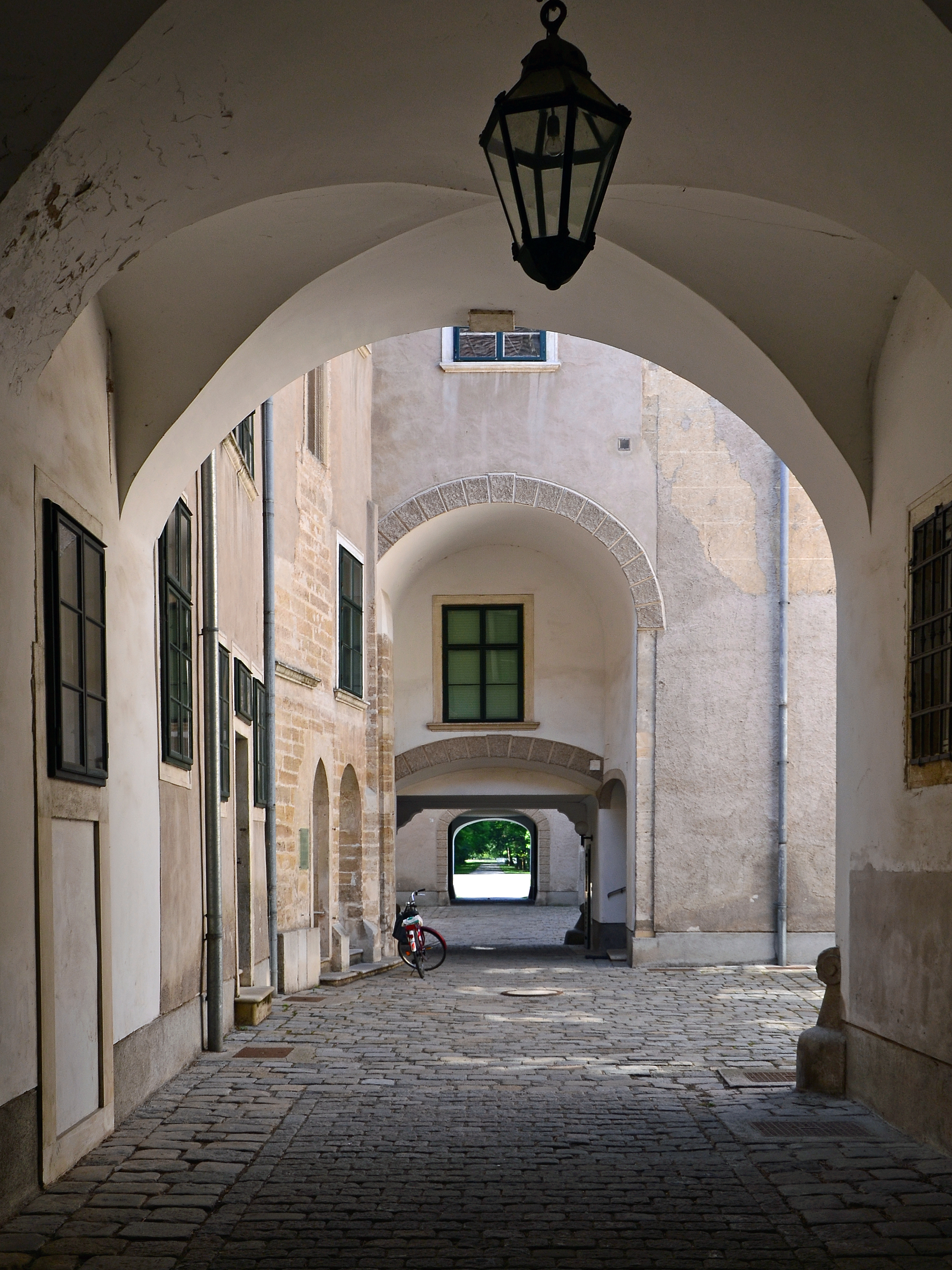
Altes Schloss, Burghof
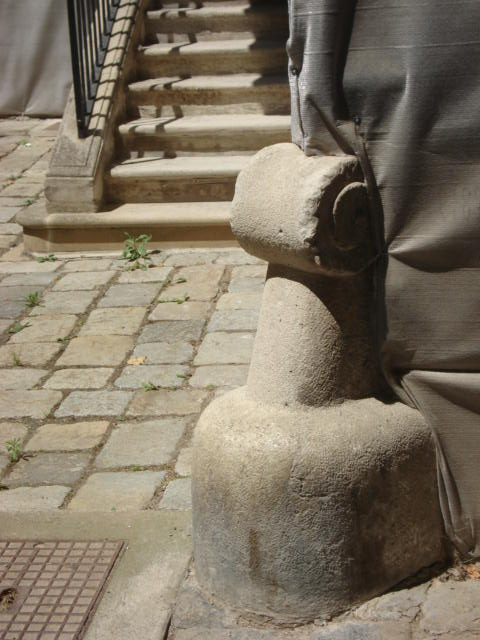
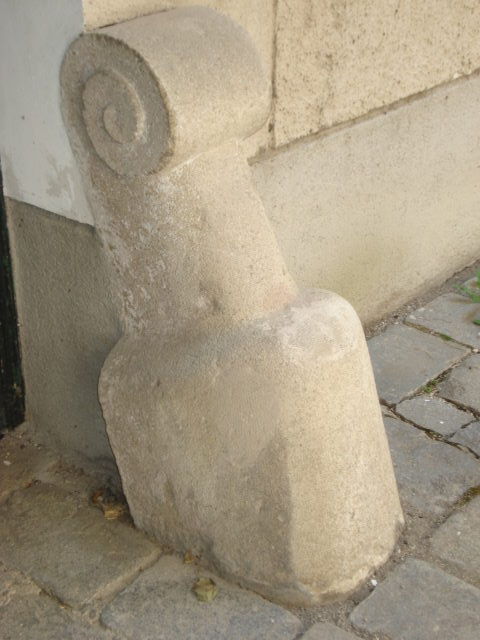
Schnecken-Streifstein Kaiserstein
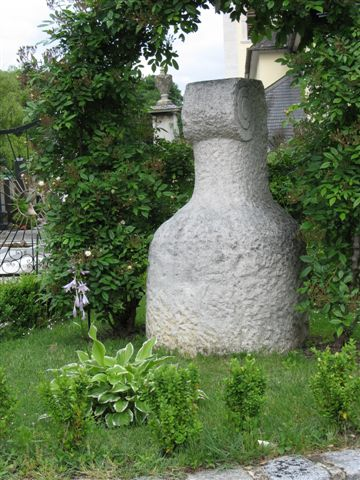
Streifstein Kaiser-steinbruch

## Kaiserstein für den Mosesbrunnen vor der Kirche „Zum heiligen Hieronymus“

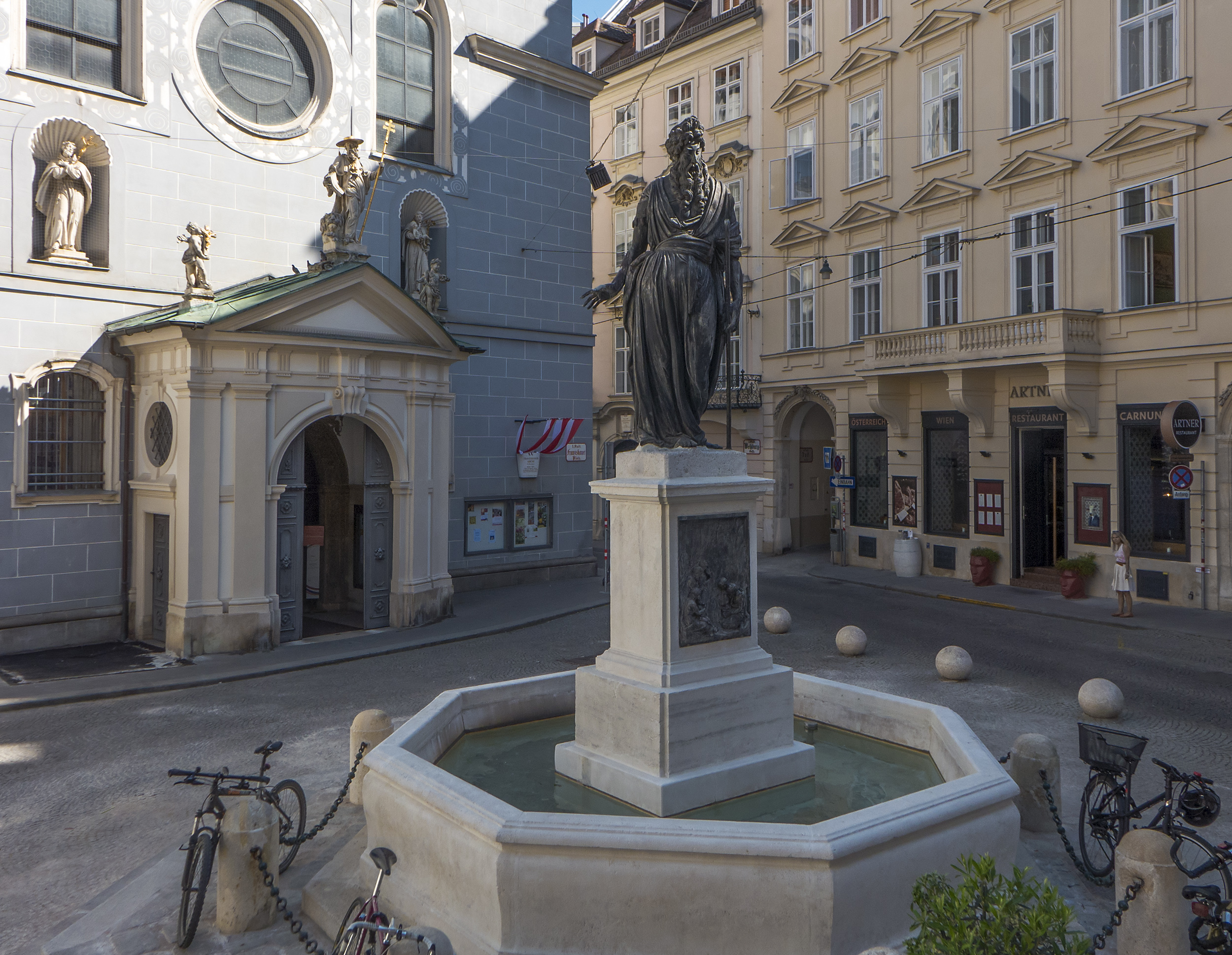
Mosesbrunnen

1798 wurde ein Hofbrunnen auf den neugestalteten Platz vor der Franziskanerkirche übertragen. Die Mosesstatue schuf der Bildhauer Johann Martin Fischer.
- Aus einem achteckigen Becken erhebt sich ein Vierkantsockel aus Kaiserstein.

## Kaiserstein für das Maurermeisterhaus in der Lenaugasse

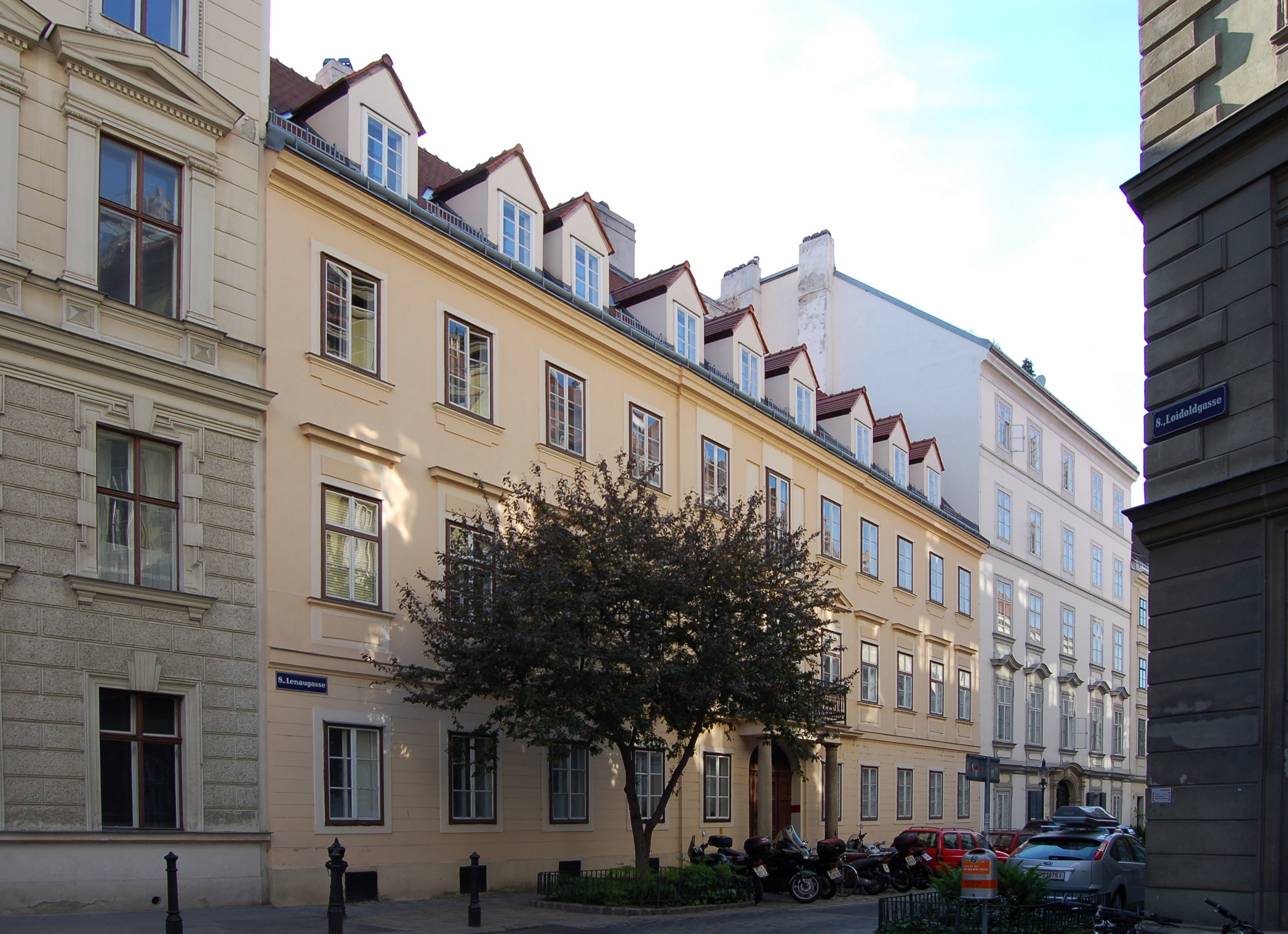
Maurermeisterhaus

Das Haus Lenaugasse 7, das so genannte Maurermeisterhaus (Listeneintrag), wurde 1800, der Hoftrakt 1860, als klassizistisches Bürgerhaus mit säulenflankiertem Portal und Balkon erbaut. Durch die Einfahrt gelangt man in Höfe mit gepflegten Gärten. Besichtigt wurden mehrere Stiegen, alle mit Kaisersteinstufen.

## Das neue Siegel des Steinmetz- und Maurerhandwerkes von 1801

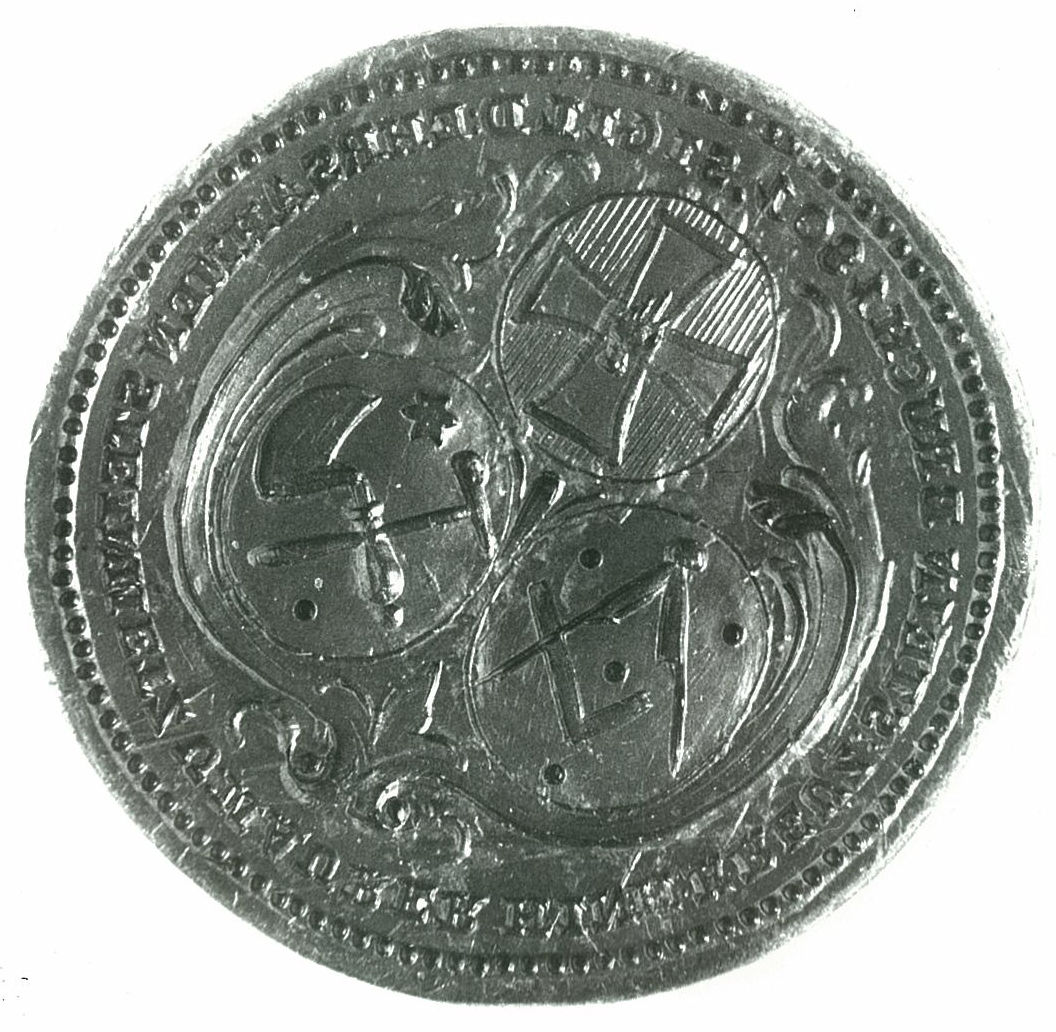
Siegel der ehrsamen Steinmetzen und Maurer im Heiligenkreuzer Steinbruch 1801
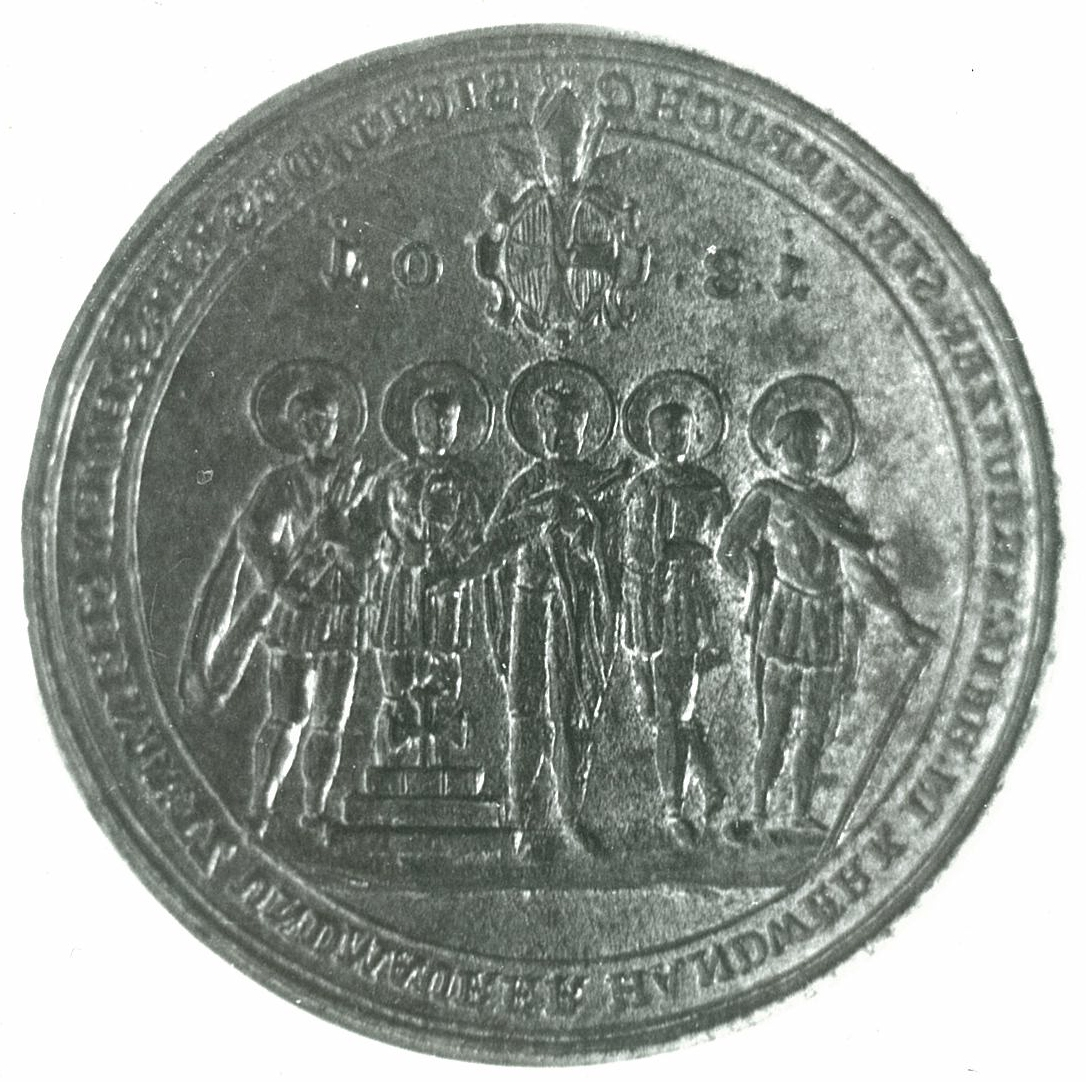
Siegel der ehrsamen Steinmetzen und Maurer im Heiligenkreuzer Steinbruch 1801

## Kaiserstein für das Seilerhaus Am Heumarkt

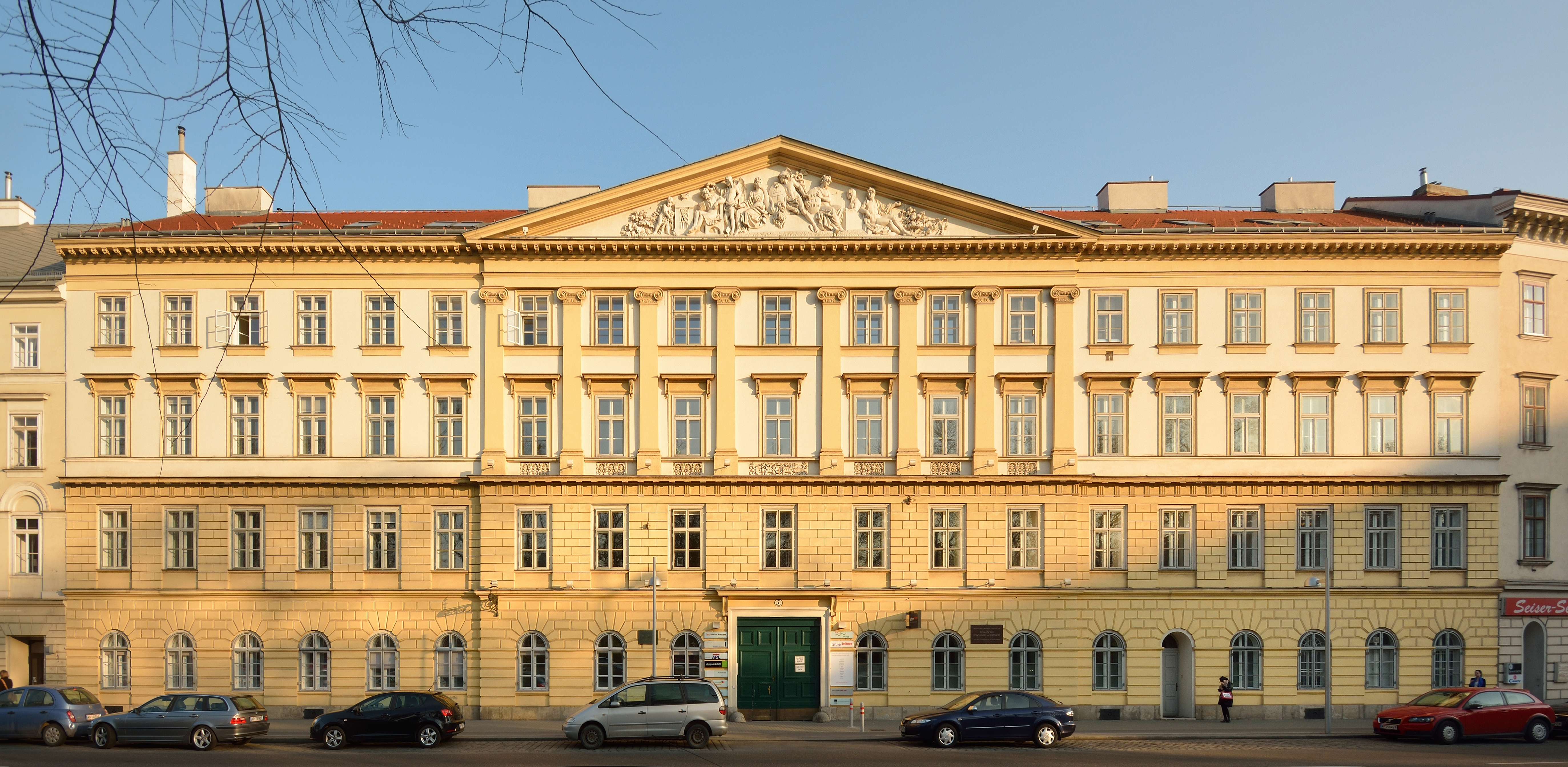
Seilerhaus

Der Architekt Josef Dalberg erbaute 1808 das Seilerhaus Am Heumarkt 7 (Listeneintrag), das 1826 erweitert und neu fassadiert wurde. Die Mittelachsen werden durch eine ionische Pilasterordnung akzentuiert, darüber ist ein Dreiecksgiebel, der eine Allegorie des Handels und der Industrie enthält. Mit mehreren Stiegenhäusern, die Kaisersteinstufen teilweise ausgebessert.

## Kaiserstein für Johann Graf Pálffy von Erdöd, für sein Palais in der Wallnerstraße
Das Palais Pálffy wurde von Johann Graf Pálffy von Erdöd beim französischen Architekten Charles de Moreau in Auftrag gegeben. Baubeginn war 1809 und 1813 die Fertigstellung. Das Palais wurde im Stil der französischen Villenarchitektur des Klassizismus mit 14-achsiger Fassade erbaut. Mit seiner zwar relativ schlichten, aber noblen und wohl proportionierten Fassadengestaltung – genutetes Erdgeschoß mit reliefierten Lunetten und einfachen Fensterrahmen in den Obergeschoßen – zählt der Bau zu einem der bedeutendsten klassizistischen Stadtpalästen in Wien. Die Innenausstattung im Empirestil gestaltete Raphael von Rigel.

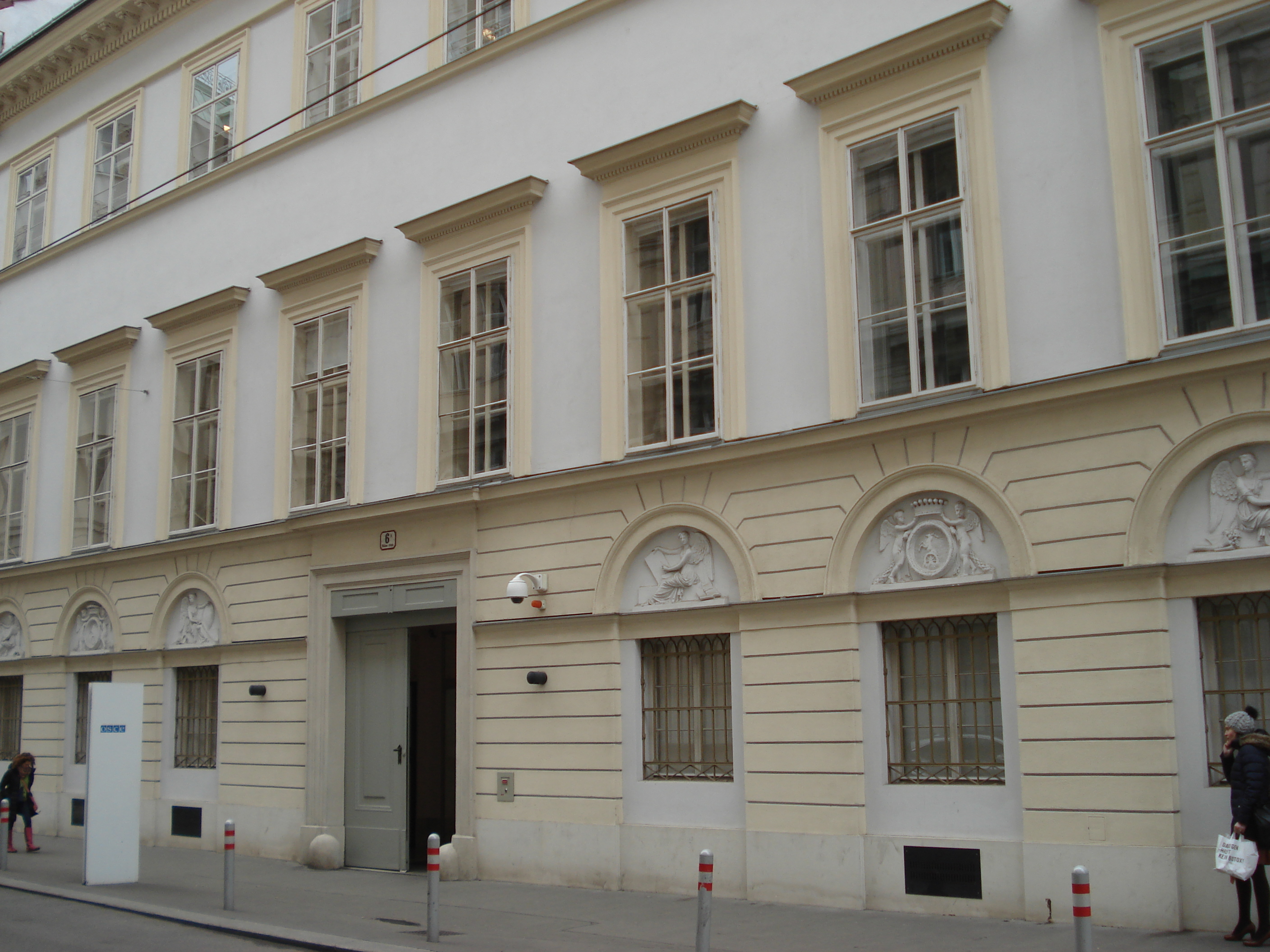
Palais Pálffy Fassade
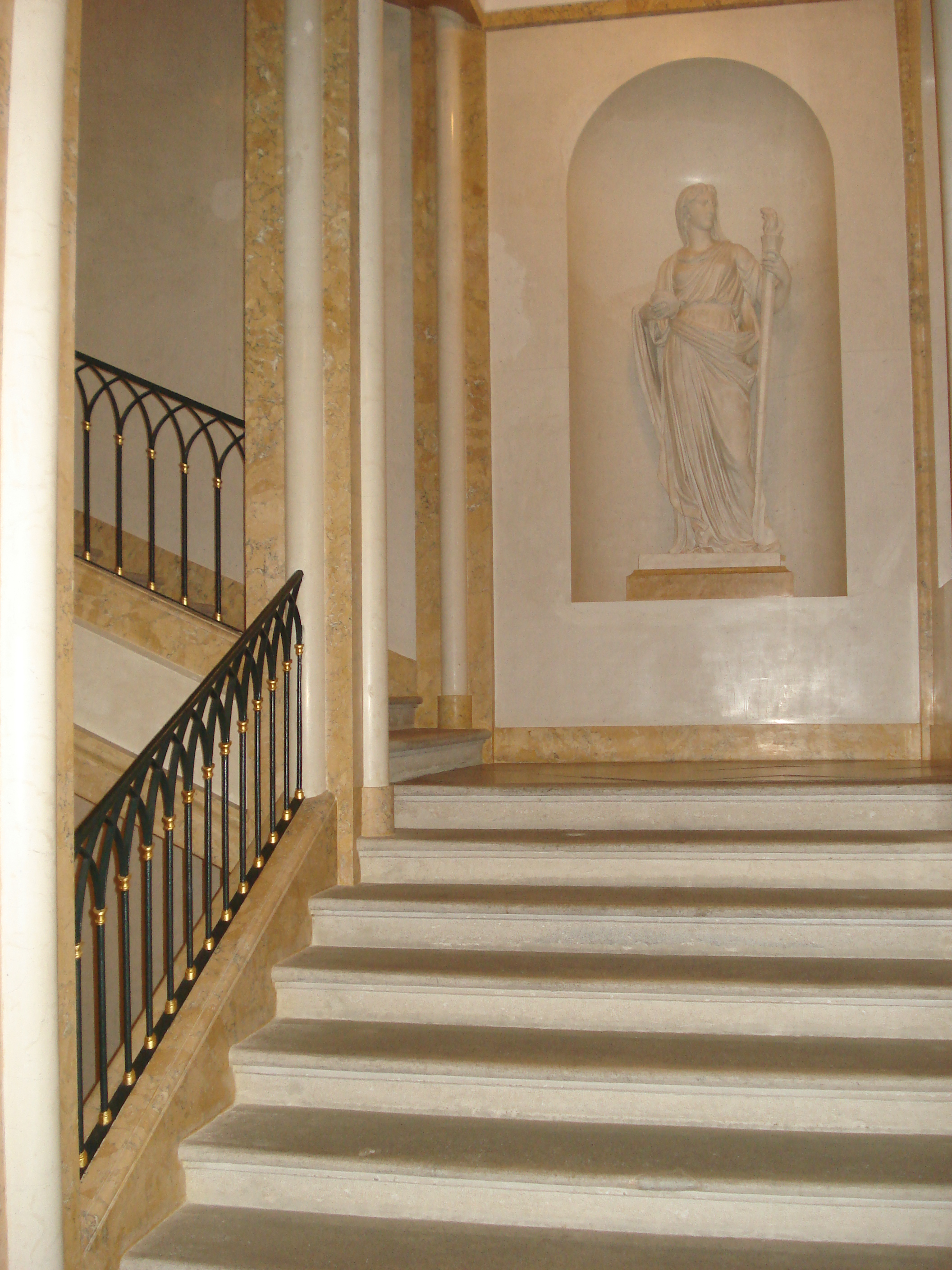
Prunktreppe Stufen
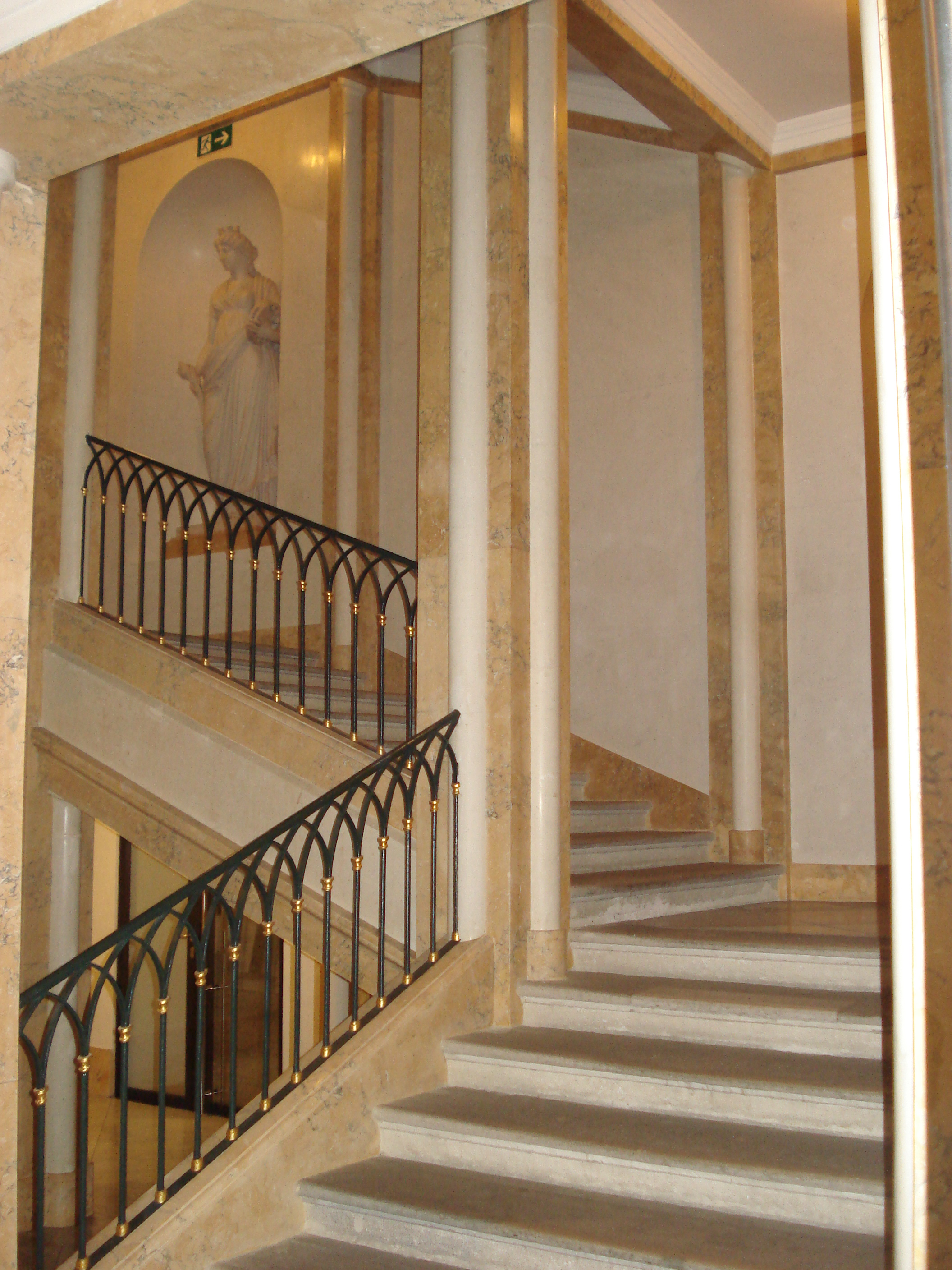
Kaiserstein
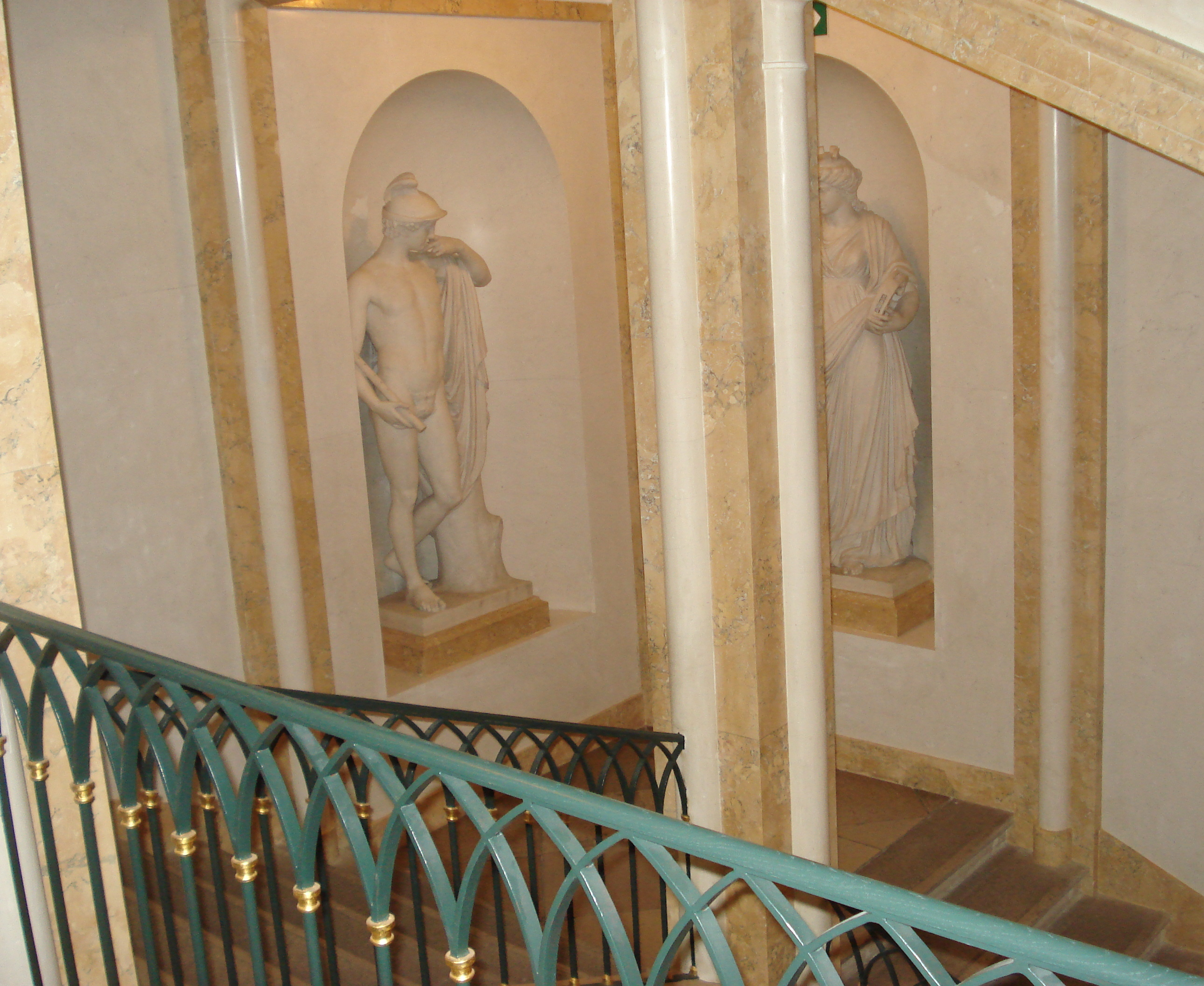
Marmorstaturn
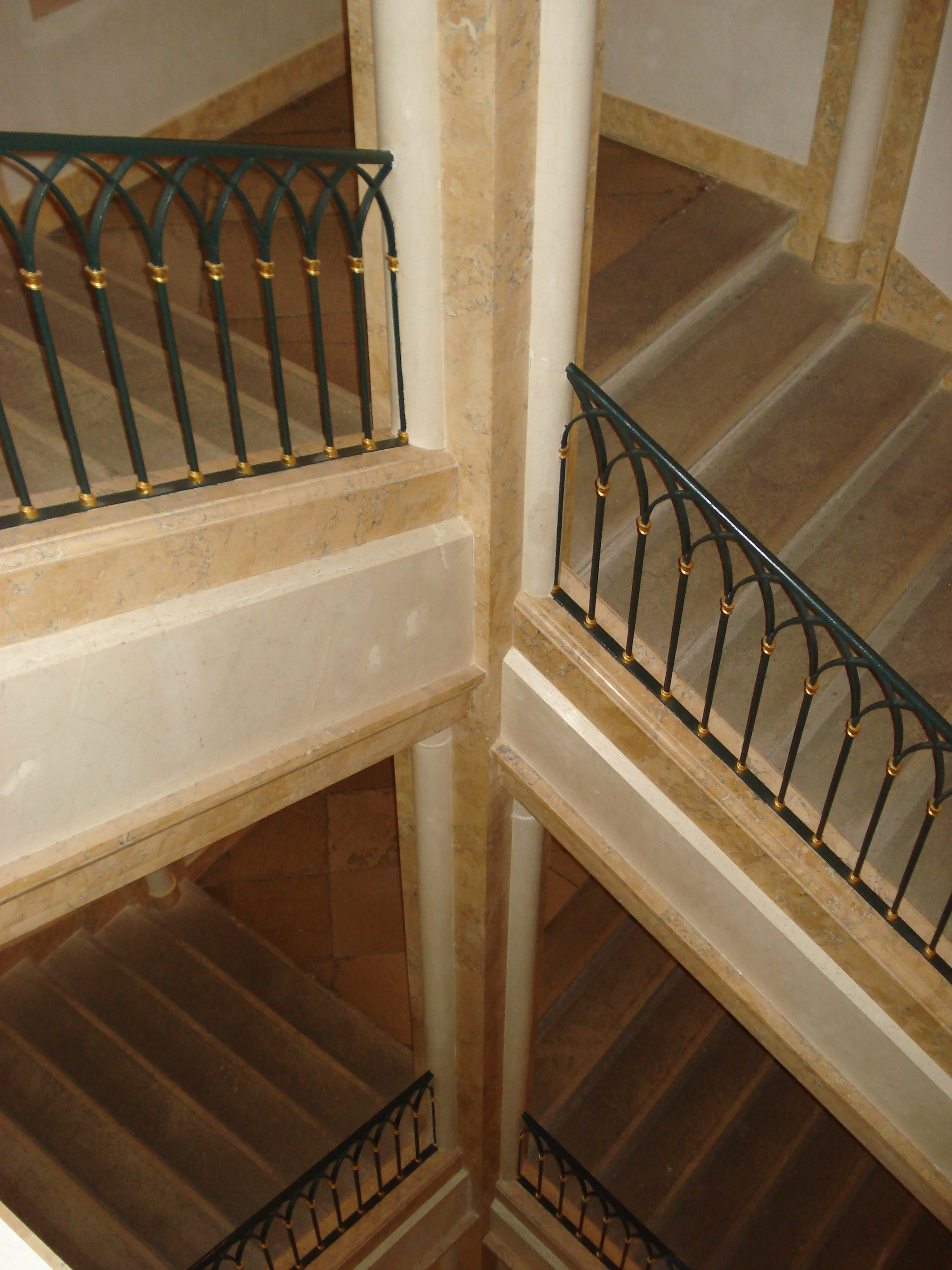

Der hohe Rang als repräsentatives Adelspalais spiegelt sich auch in dem mit zahlreichen lebensgroßen Marmorfiguren ausgestatteten Prunkstiegenhaus. Die große Treppe mit Stufen aus dem harten, hellen Kaisersteinbrucher Kaiserstein.
Die reich ausgestatteten Innenräume, insbesondere der Große Festsaal, sind teilweise noch im Original erhalten.
Das Palais Pálffy an der Wallnerstraße befindet sich im Staatsbesitz und war bis 1989 das Allgemeine Verwaltungsarchiv und wurde bis 2004 als Verwaltungsakademie des Bundes genutzt. Das Palais Pálffy gibt seit 2007 den würdigen Rahmen für die OSCE ab und unterstreicht den Rang Wiens als Sitz internationaler Organisationen.
Vor der Restaurierung waren große Pfeiler und Säulen noch steinsichtig und aus Kaiserstein erkannt, danach allesamt geschlämmt.

## Kaiserstein für die Tierärztliche Hochschule
Monumentaler funktioneller Zweckbau in den nüchternen, klassizierenden Formen des Hofbauamtes, am ehemaligen Wiener Neustädter Kanal gelegen. (Schnellbahntrasse)

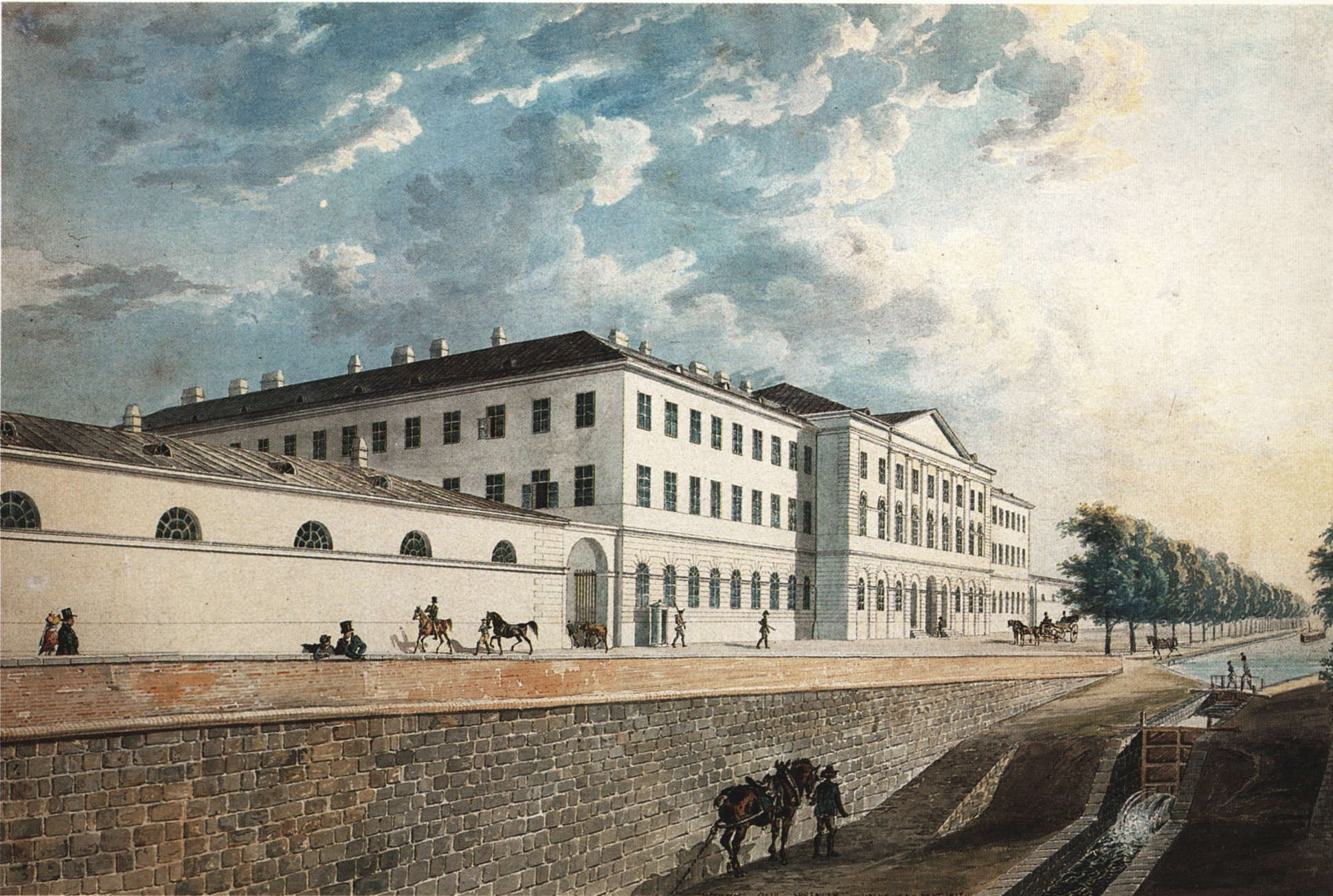
Tierärztliche Hochschule 1823
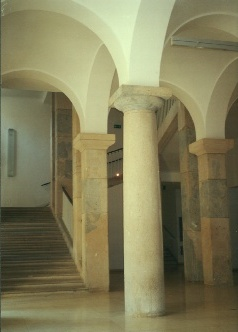
Eingangshalle mit toskanischen Säulen
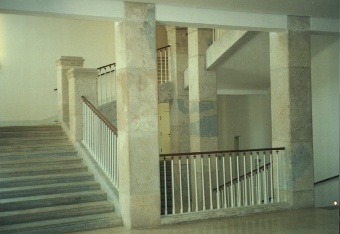
Pfeilertreppe um offenen Schacht, Kaiserstein

Geräumige Eingangshalle mit toskanischen Säulen, Pilastern und gekuppelten Pfeilern, weiträumige Pfeilertreppe um offenen Schacht, allesamt aus hellem Kaiserstein mit durchscheinenden blauen Einschlüssen.

## Kaiserstein für Kaiser Franz I., das Äußere Burgtor der Hofburg

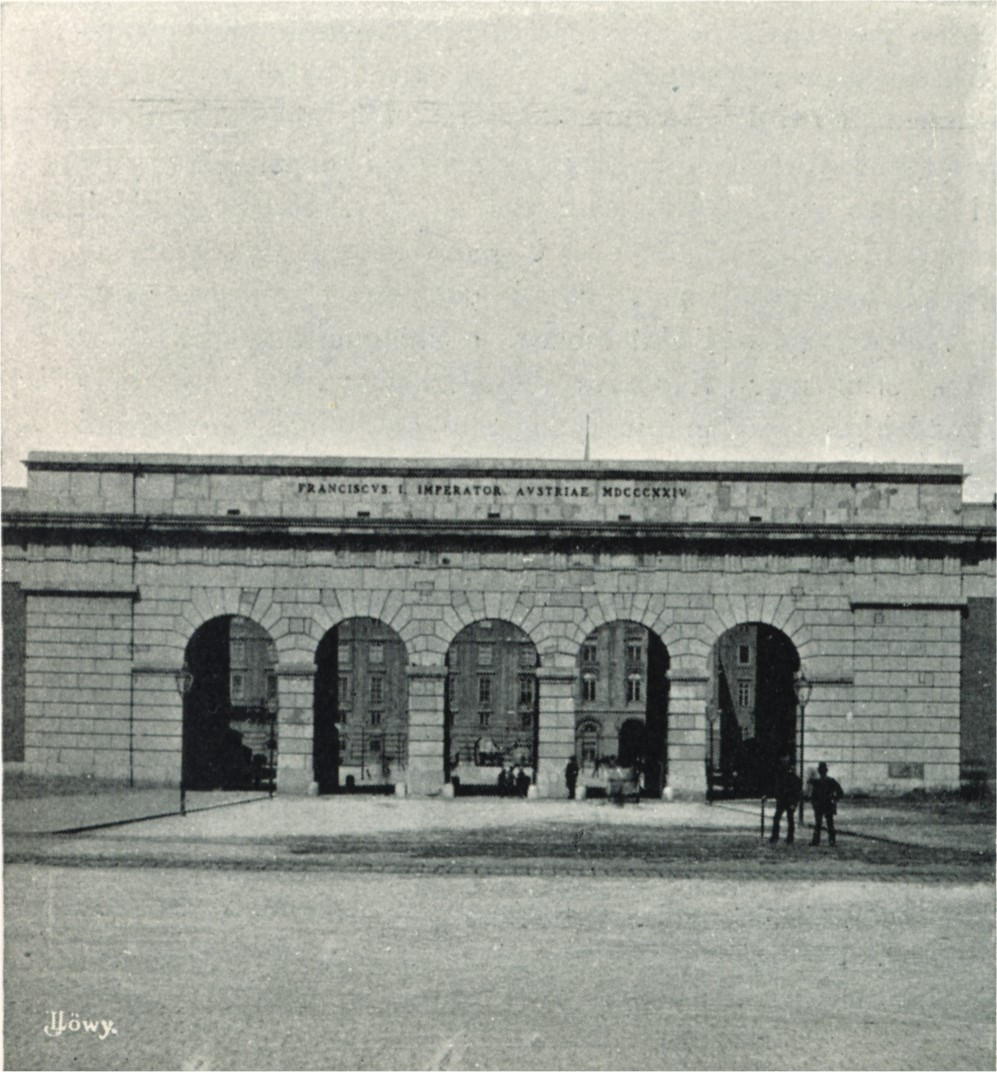
Um 1898 zur Ringstraße

Das Äußere Burgtor, 1821 von Luigi Cagnola begonnen, 1824 von Pietro Nobile fertiggestellt, war eine Erinnerung an die Völkerschlacht von Leipzig 1813.
1911 war der Zustand des Äußeren Burgtores bereits höchst unwürdig – es ist zu lesen: Die Kommission für Denkmalpflege sprach sich gegen die Verwendung von Kunststeinen bei einer Renovierung des Torbaues aus, der darin verbaute Kaiserstein gehöre zu den besten und haltbarsten Baustoffen.

## Kaiserstein für ein im 16. Jahrhundert erbautes Haus in der Weihburg, später Weihburggasse 16
Im Dehio ist die Bauzeit; 16. Jahrhundert mit Fragezeichen versehen. Durch den Baumeister Josef Adelpodinger erfolgte 1821/22 ein größerer Umbau, Zubau eines neuen Hoftraktes und einer spätklassizistischen Fassade. In der Einfahrt ein erneuertes Holzstöcklpflaster und einige Kaisersteinplatten. Die gewendelte Hauptstiege mit gut erhaltenen Kaisersteinstufen, ebenso die Stiege im Innenhof zu den Pawlatschengängen. Diese konnte nur hinter Glas gesehen werden.

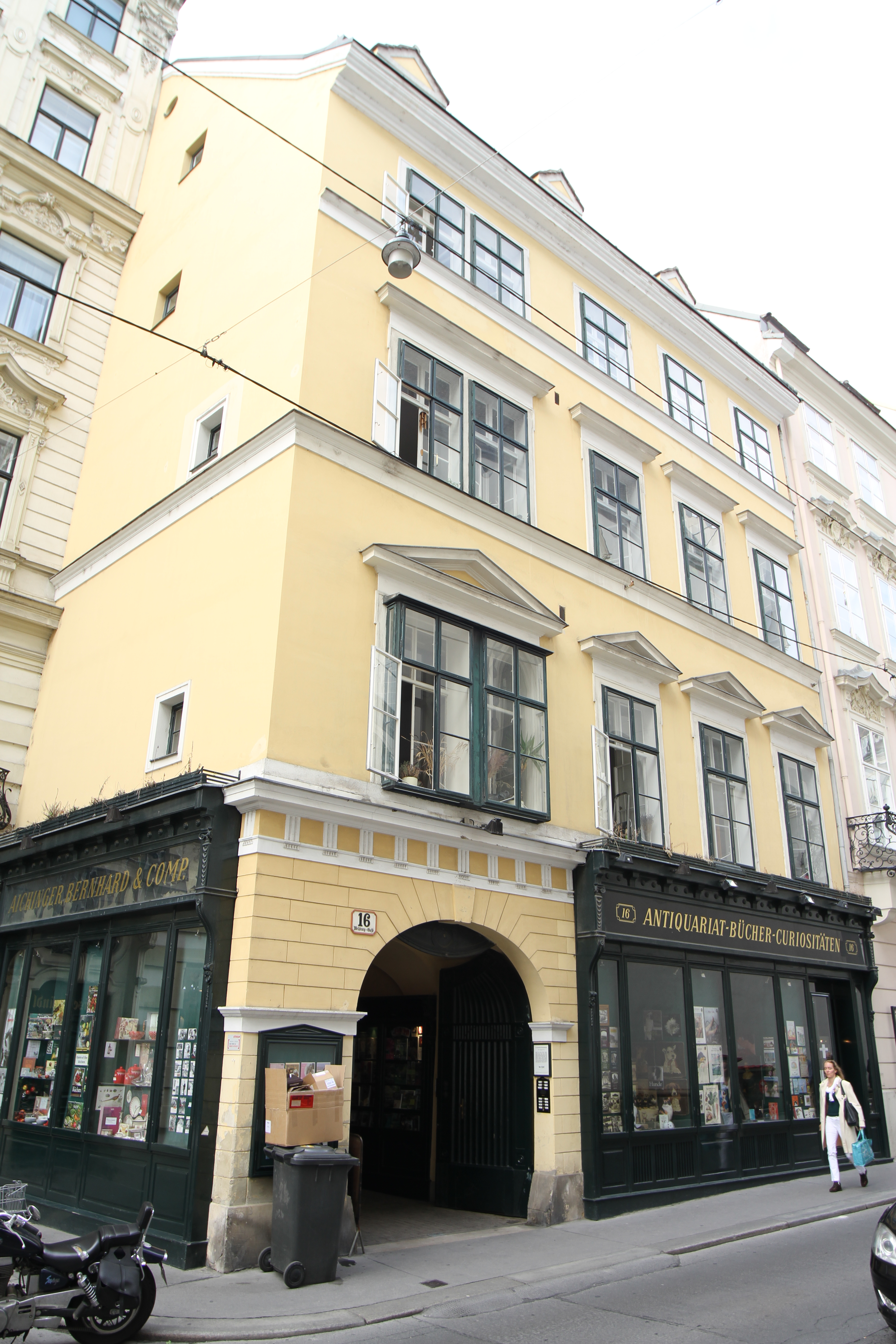
Weihburggasse 16
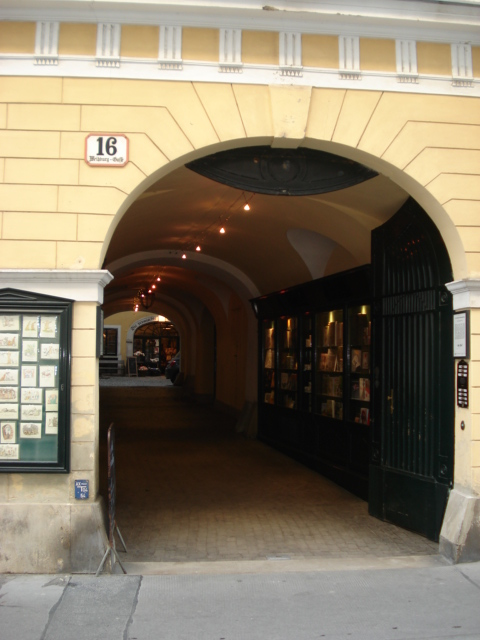
Hauseinfahrt
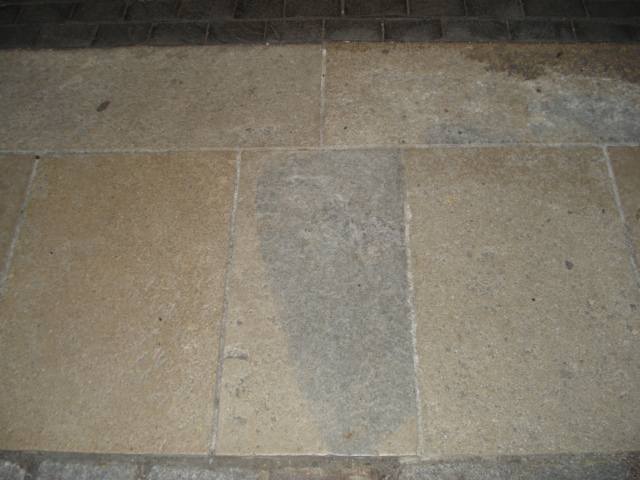
Kaisersteinplatten in der Einfahrt
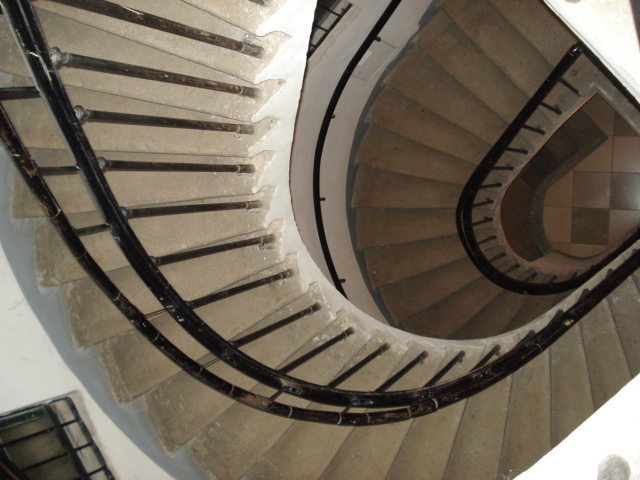
Große freitragende Stiege mit Kaisersteinstufen
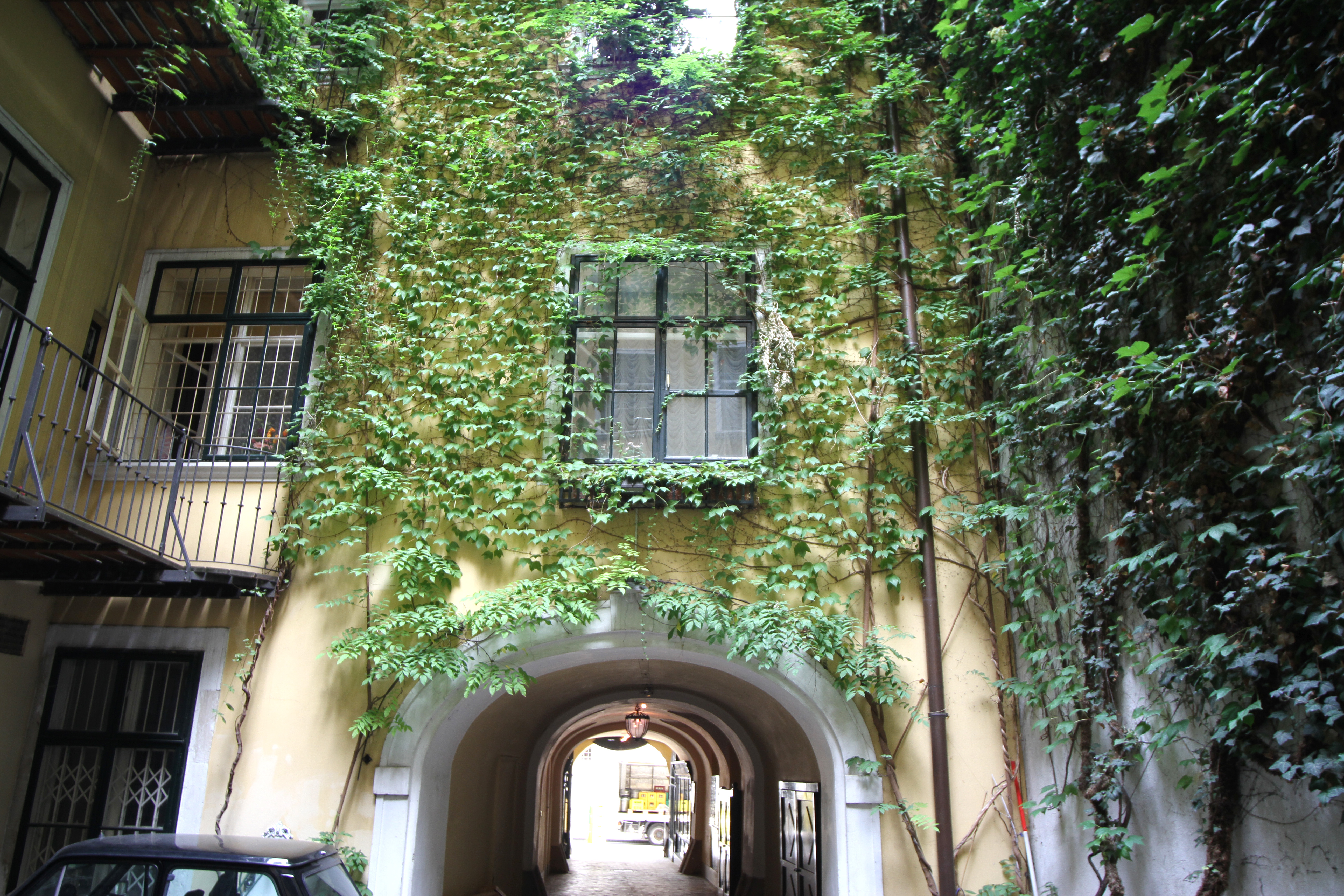
Innenhof

## Kaiserstein für das Biedermeierhaus mit Garten in der Zieglergasse
Das Wohnhaus mit bemerkenswerter Biedermeierfassade, Hof mit Garten, wurde 1823 erbaut.
Eine Gedenktafel mit Reliefbüste erinnert an den hier am 11. März 1860 geborenen Schriftsteller Emil Ertl. Er war Bibliotheksdirektor der Technischen Hochschule, der Dichter des bodenständigen Handwerks Wiens und wurde 1930 zum „Bürger der Stadt Wien“ ernannt.

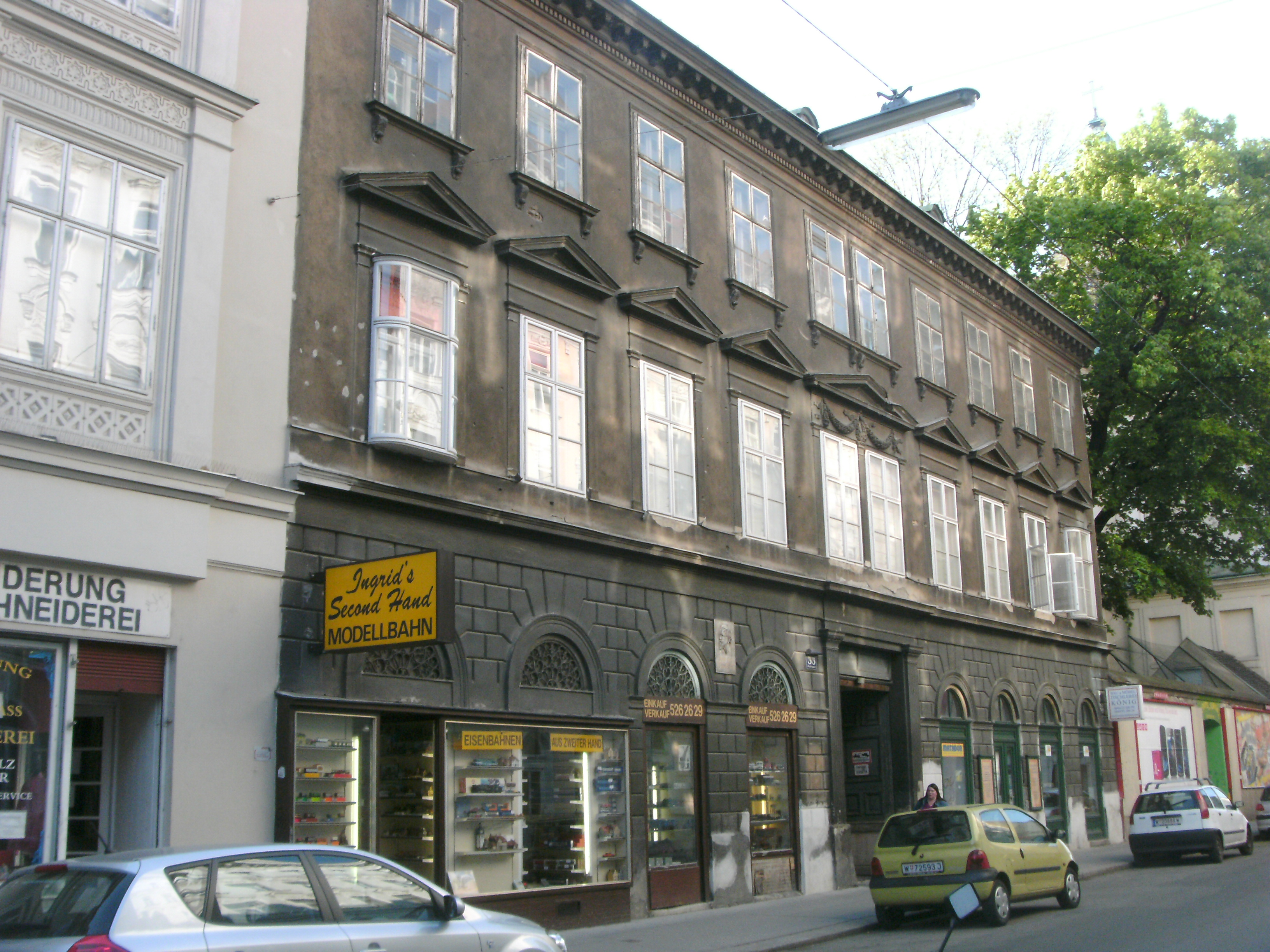
Zieglergasse 33
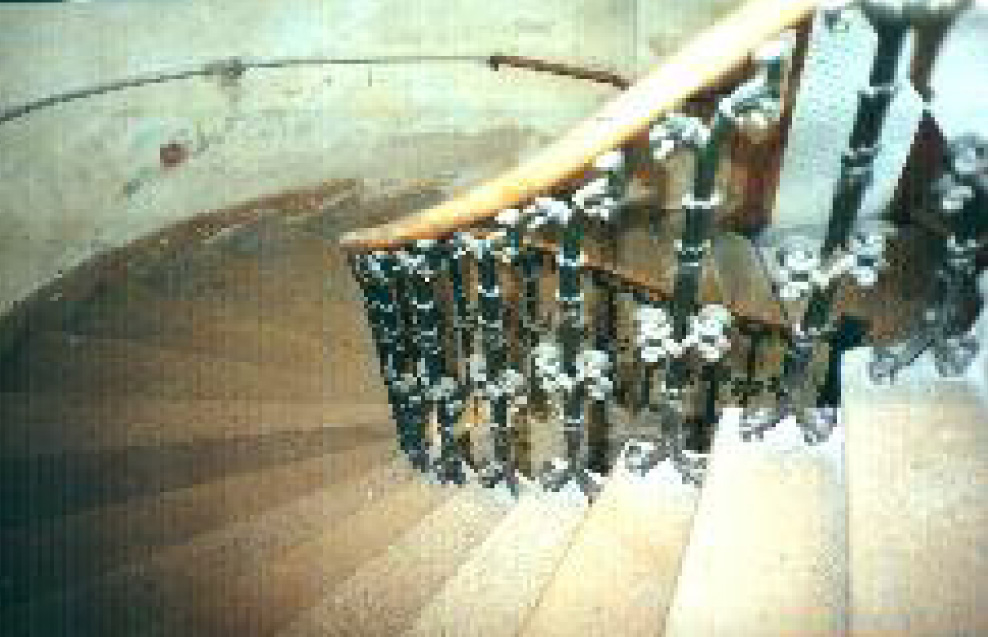
Geschwungene Stiege mit Kaisersteinstufen

Eine freitragende geschwungene Stiege hat Kaisersteinstufen.

## Kaiserstein für das Wohnhaus „Zum hl. Martin“ in der Burggasse
Die lange Vorgeschichte begann nach der 2. Türkenbelagerung, als „Langer Keller“, der vom Schottenstift für eigene Zwecke gegraben wurde, 1690 übergab man das Gebäude der Gemeinde St. Ulrich, darauf entstand ein Armenhaus, das 1737 vergrößert und 1758 von Maria Theresia in ein staatliches Armenhaus umgewandelt wurde. 1772 folgte der Bau einer Kapelle mit dem Altarbild „Zum hl. Martin“.

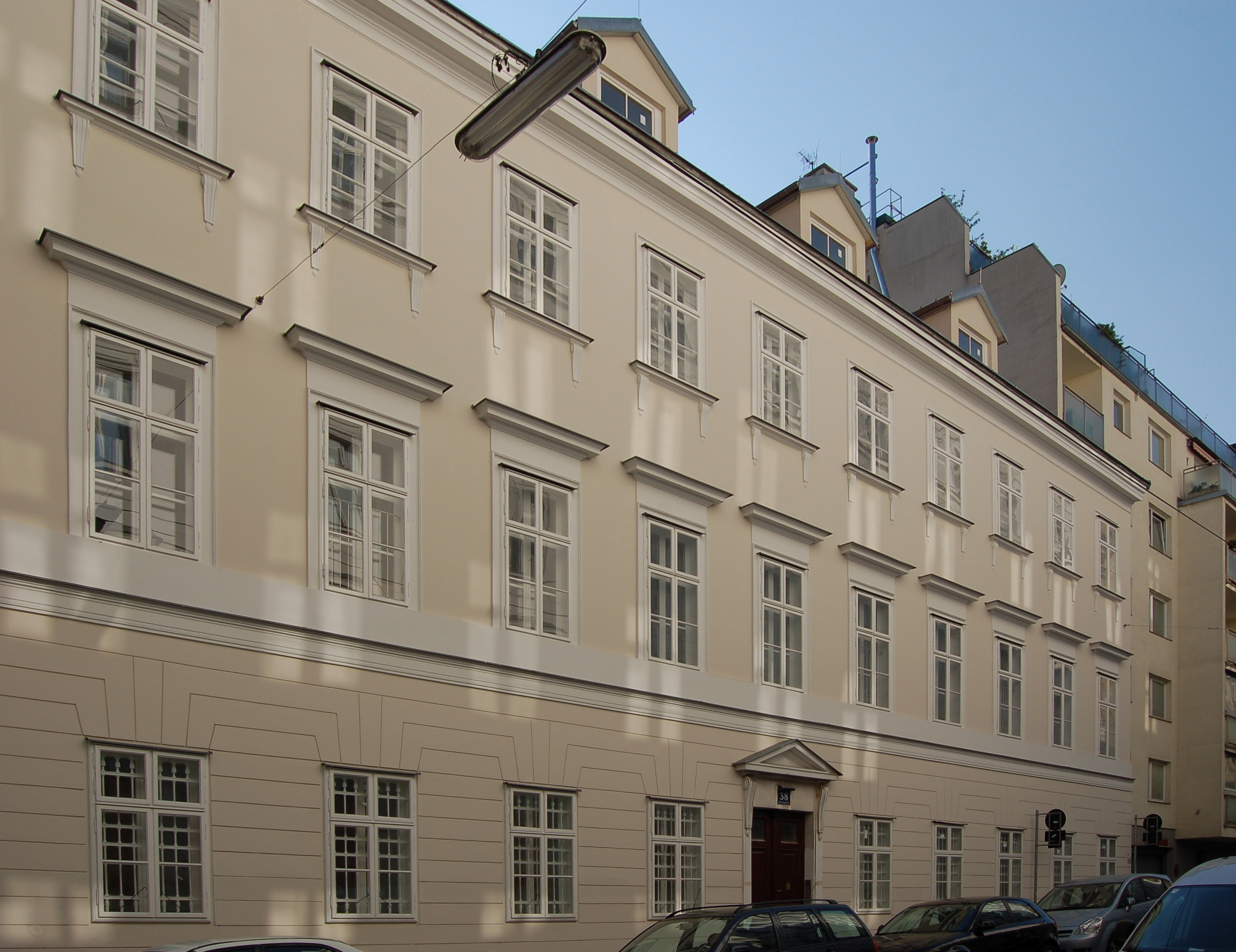
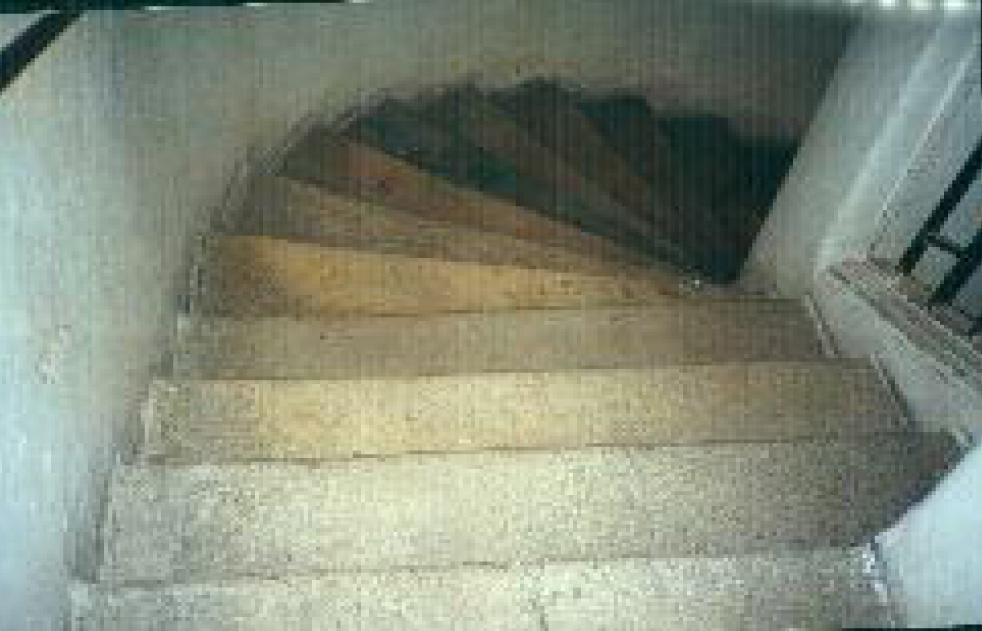
Stiege
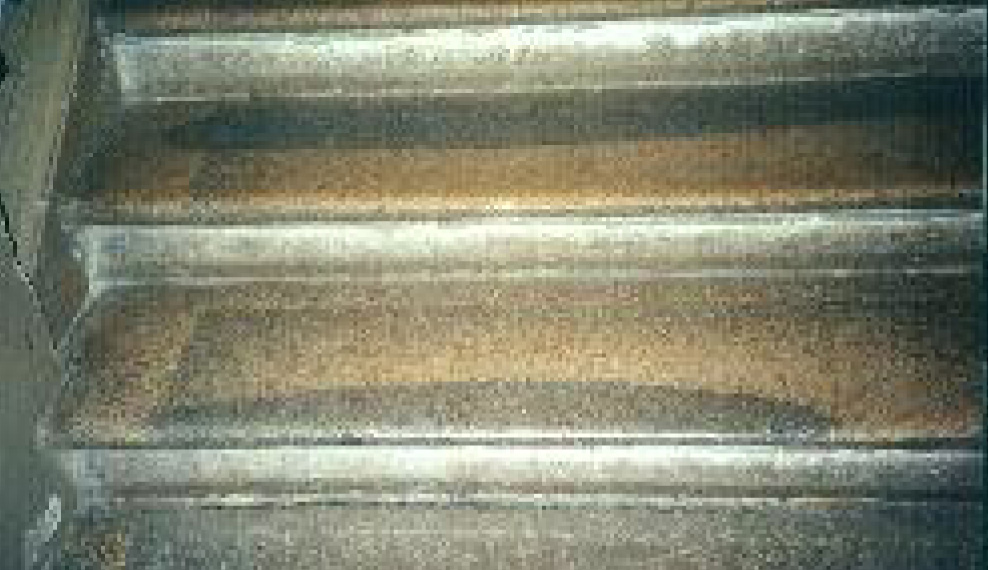
Kaisersteinstufen

Das heutige Miethaus wurde 1825 an Stelle dieses Armen- und Versorgungshauses errichtet. Der spätklassizistische Bau besitzt eine schlichte, kubische Gliederung und ein Tor mit Wappen und Löwenkopf-Türklopfer. Die Vierpfeiler-Treppe hat Kaisersteinstufen mit etlichen bläulichen Einsprengungen (ab dem 1. Stock, darunter erneuert).

## Kaiserstein für Gräfin Thurn von Architekt Carl Högl, den späteren Newaldhof

Newaldhof
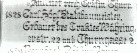
Hausbesitzer Carl Högl
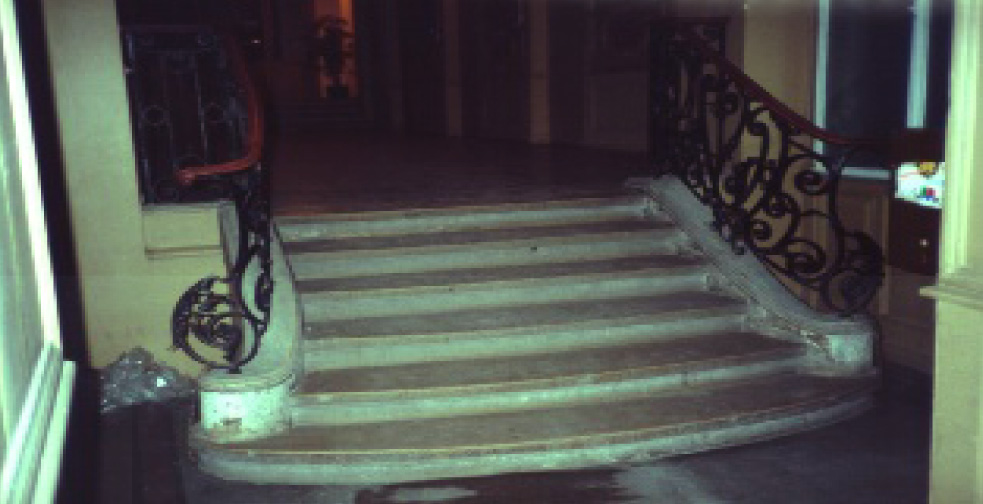
Antritt
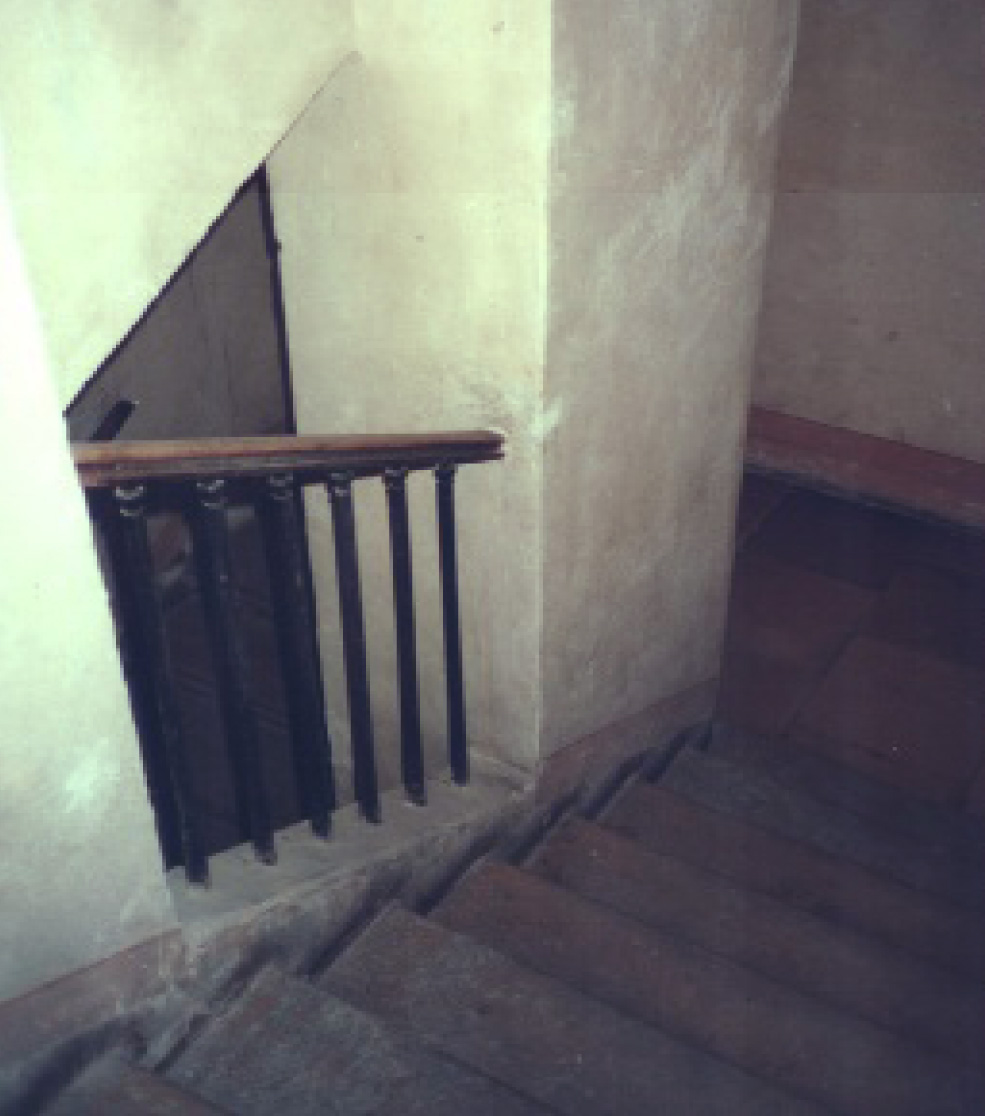
Stiegenhaus

Der Baukomplex entstand aus einem Palais mit großem Garten, das 1685 vom damaligen Rektor der Universität Wien Georg Friedrich Schickh († 1727) erbaut wurde. 1828 kaufte es Stadtbaumeister Carl Högl und errichtete an der Ecke zur Thurngasse ein viergeschoßiges Zinshaus mit repräsentativer Hauptfront zur Währingerstraße für Josefa Gräfin von Thurn. Es wurde nach Julius Ritter von Newald benannt.
- Carl Högl war ein Mitglied der Steinmetz-, Bildhauer- und Baumeister-Familie Hügel/Högl.
- In den 70er Jahren des 19. Jahrhunderts wohnte hier der Maler August von Pettenkofen.

3 Stiegenhäuser wurden gesehen, bei einem sind die Stufen mit blauer Ölfarbe angestrichen (im Jahre 2000), bei beiden anderen Stufen aus Kaiserstein.
Der Newaldhof steht unter Denkmalschutz (Listeneintrag).

## Der Markenartikel Kaiserstein hatte das Monopol als Stufenstein
Als Stufenstein erhielt der Kaiserstein eine Monopolstellung. In Amtsgebäuden, Schulen, wie der heutigen Universität für Musik und darstellende Kunst Wien, die von 1821 bis 1823 errichtet wurde, der Technischen Hochschule, den großen Stiftshöfen in Wien, 1826 bis 1832 im Gebäudekomplex des Schottenstiftes und 1834 im Hauptgebäude der Münze Österreich Am Heumarkt.
Das änderte sich mit der Eisenbahnverbindung Wien–Triest im Jahre 1857, durch die eine Fülle von hartem, lichtem Karstmarmor billiger nach Wien geliefert werden konnte. In älteren Ringstraßenbauten, nach 1860, sind die Stufen aber immer noch aus Kaiserstein, wie in der Staatsoper.

## Kaiserstein für Ortsrichter Franz Nikkei, das Leopoldstädter Gemeindehaus
Ortsrichter Franz Nikkei († 1833 Leopoldstadt) veranlasste 1824/25 das Leopoldstädter Gemeindehaus, das „Alte Amtshaus“. Erbaut von Matthias Mindl, hat es eine klassizistische Fassade, der Mittelrisalit mit Riesenpilasterordnung ist übergiebelt. In der Einfahrt befindet sich eine Bauinschrift und das Stiegenhaus ist mit dorischen Säulen gegliedert. In der Einfahrt rechts das Stiegenhaus mit Säulen, Stufen und Bodenplatten aus Kaiserstein mit zahlreichen blauen Einsprengungen.

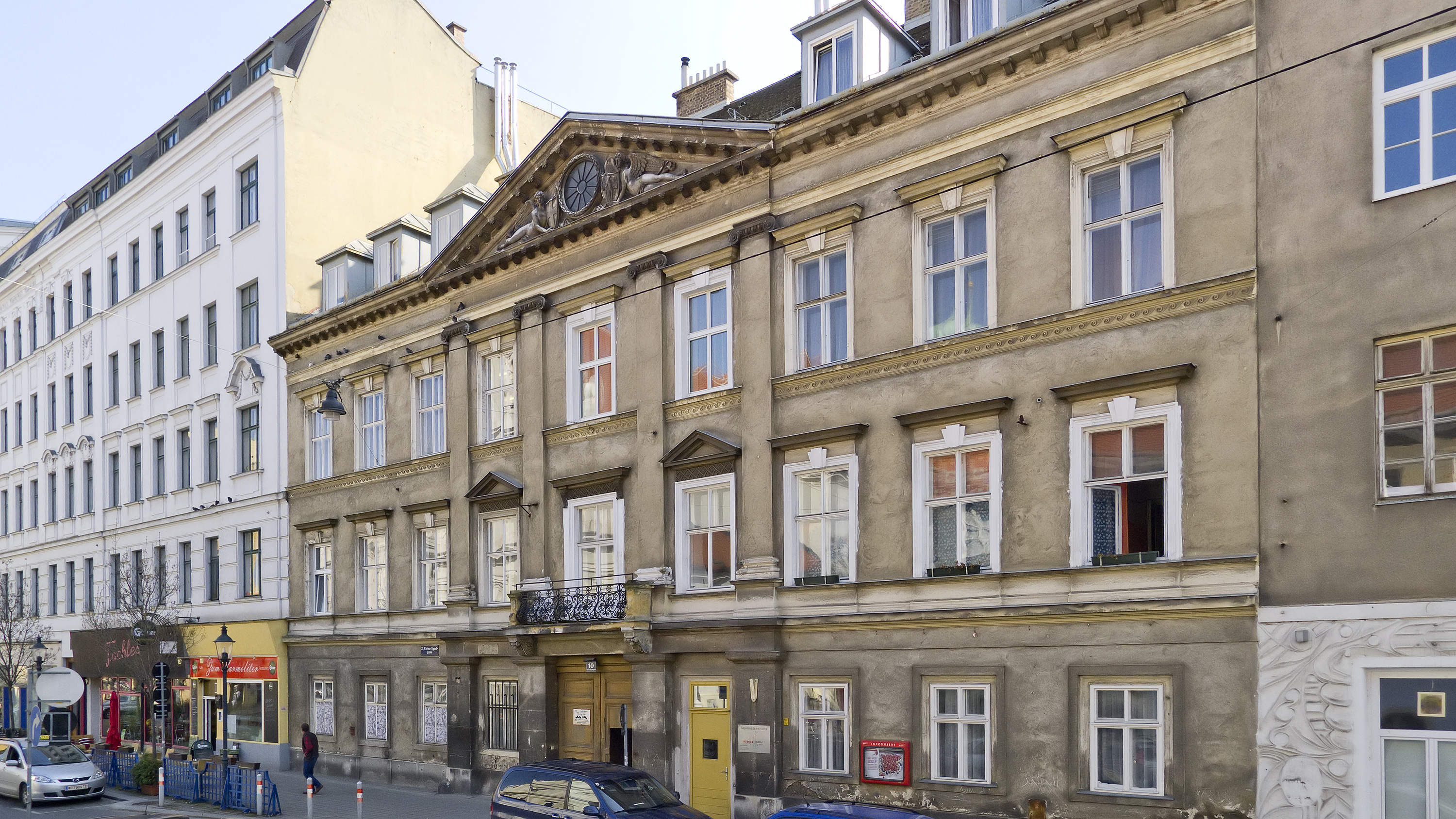
Bürgerhaus, Kleine Sperlgasse 10
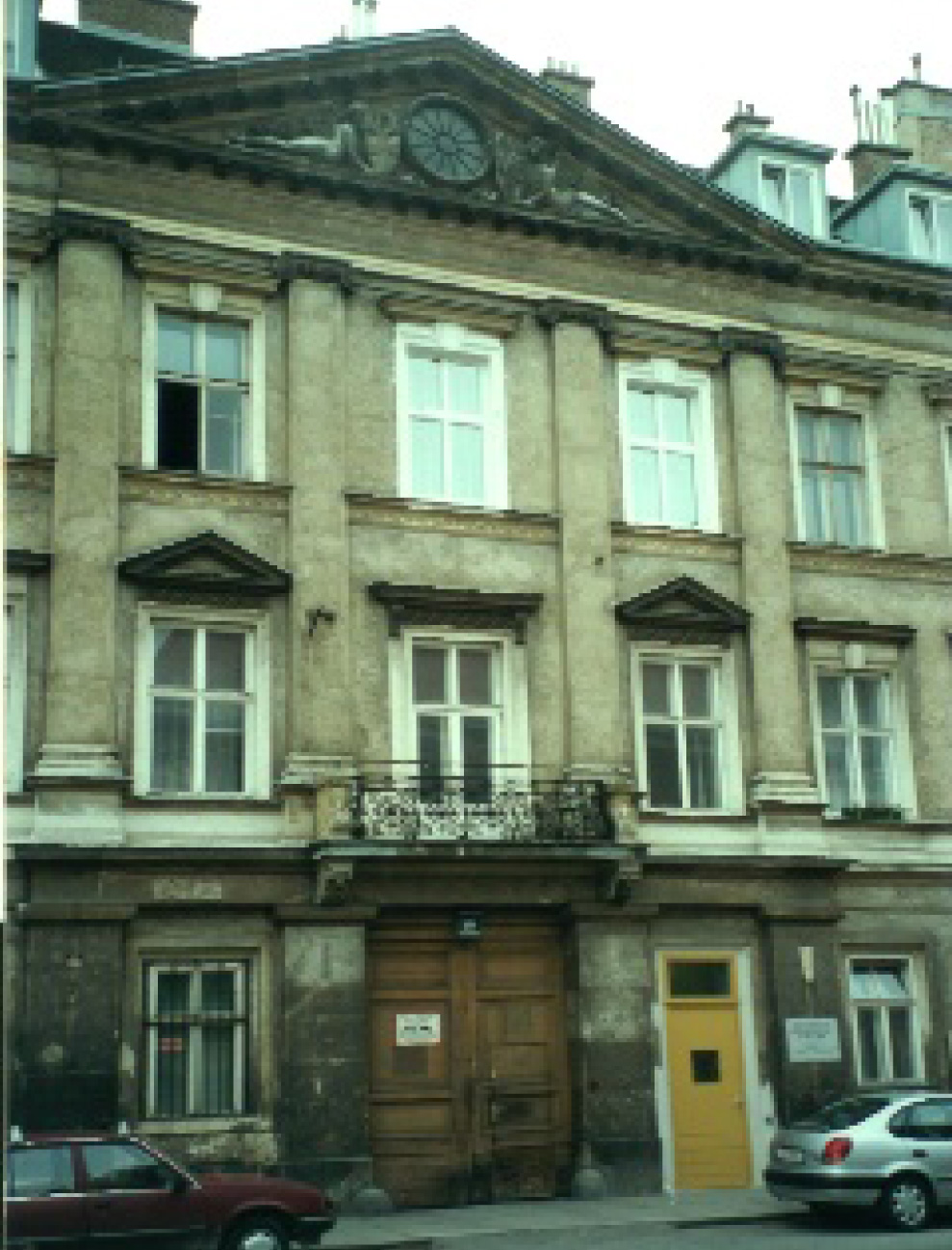
Ehem. Leopoldstädter Gemeindehaus, um 2000
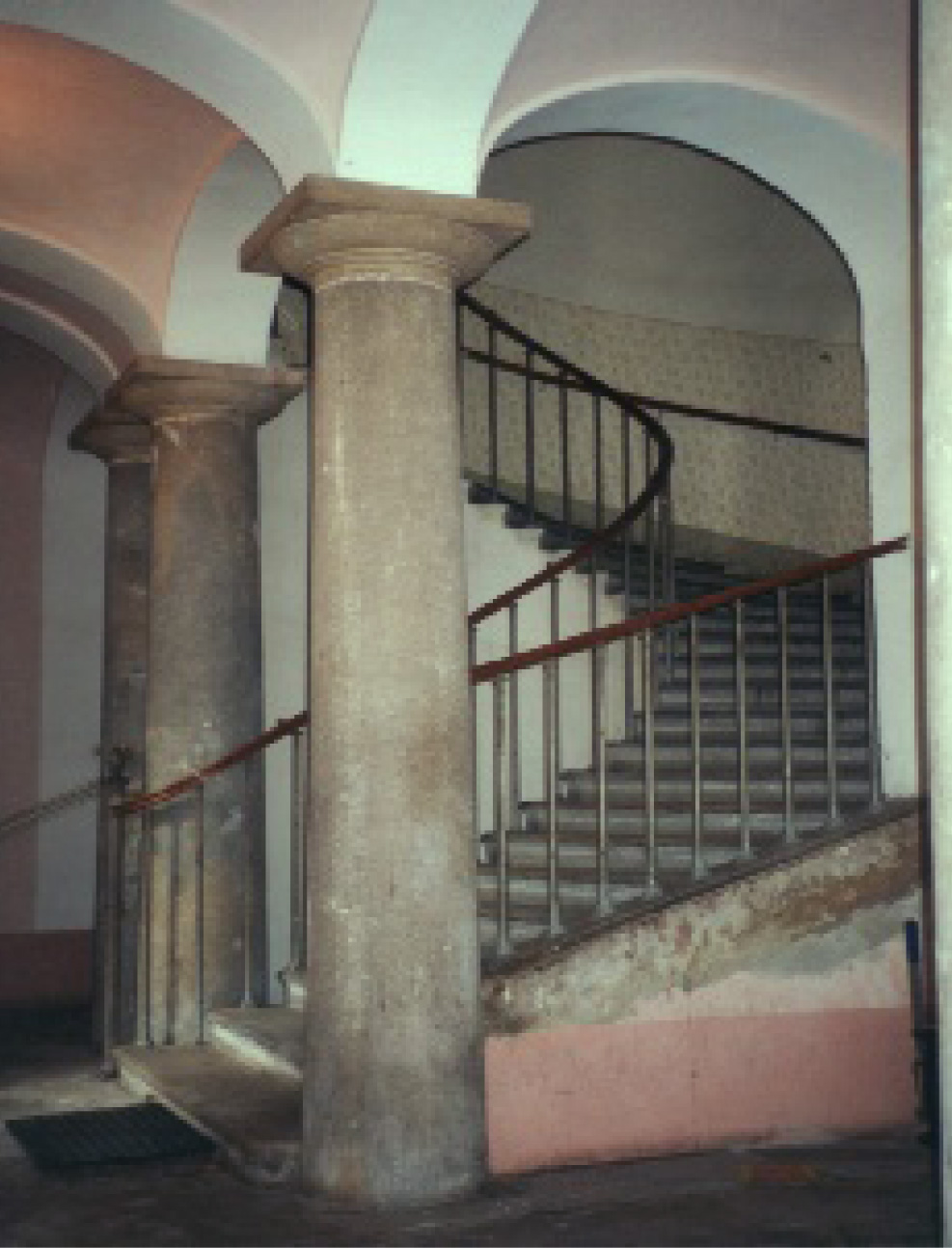
Dorische Säulen, Stufen und Bodenplatten Kaiserstein
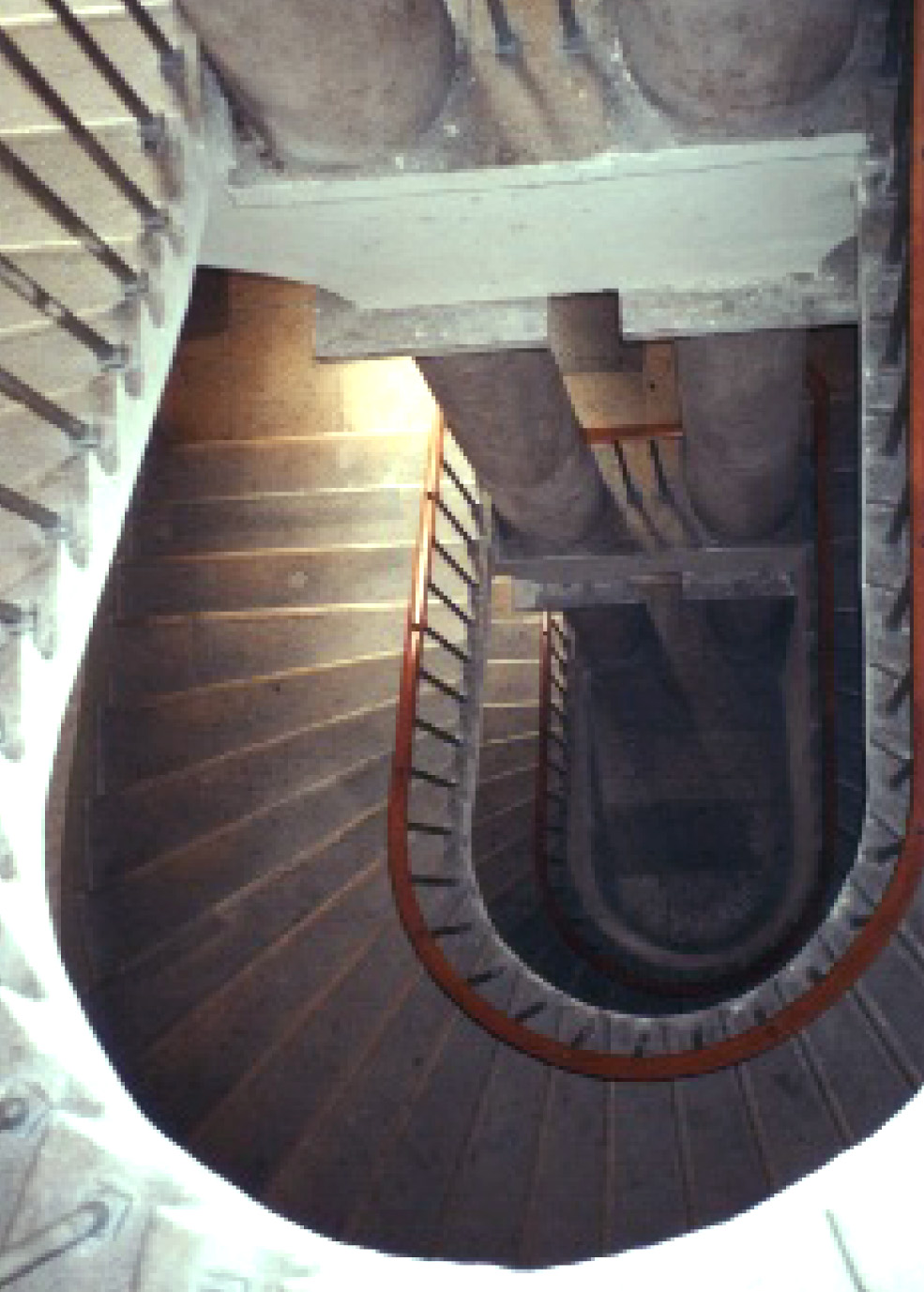
Blick ins Stiegenhaus

## Kaiserstein für das biedermeierliche Vorstadthaus Myrthengasse 4 in Wien-Neubau
Die Myrthengasse, sie verbindet Burggasse und Neustiftgasse, ist eine Fußgängerzone und war um 1700 das „Gassl“, 1745 Schäfergassel, 1779 Obere und Untere Saugasse, 1818–1862 Große und Kleine Rosmaringasse. Due ursprüngliche Bezeichnung zwischen Kirchen- und Myrthengasse war „Auf dem Garten“ beziehungsweise zwischen Myrthen- und Zieglergasse „Auf dem Acker“.

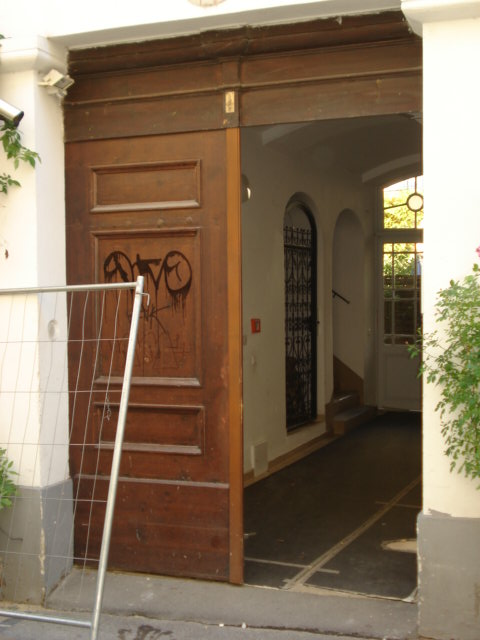
Haustor
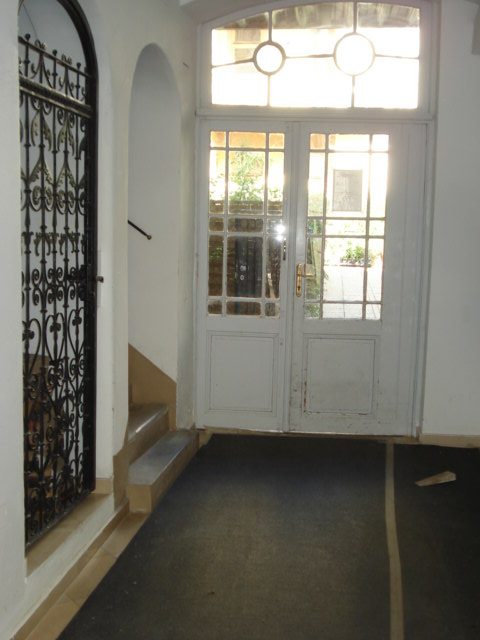
Eingang links Stiege.
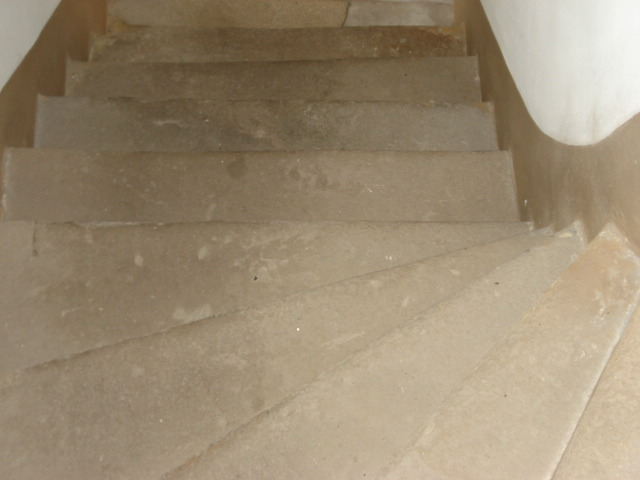
Kaisersteinstufen
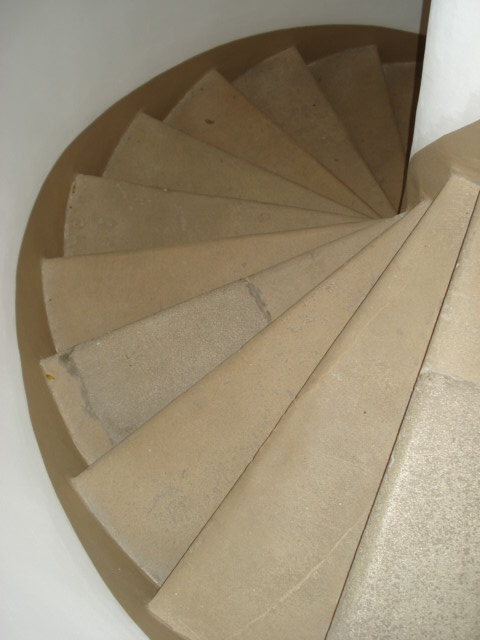
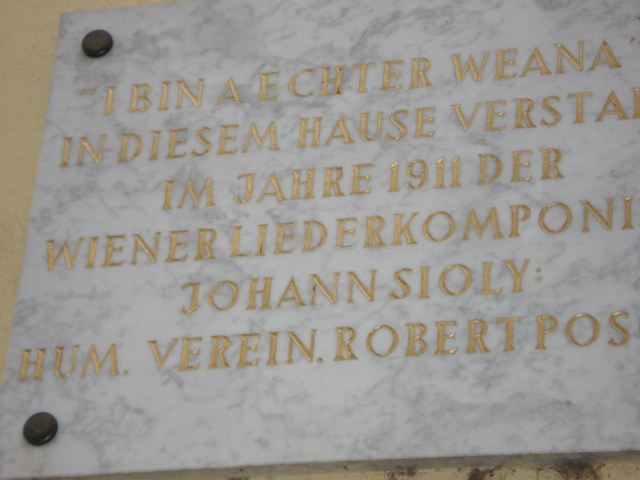
Gedenktafel Johann Sioly Komponist.

Die Myrthengasse wurde erst im ersten Viertel des 19. Jahrhunderts verbreitert; eine Reihe von Häusern aus diesem Zeitraum hat sich erhalten.
So auch Haus Nr. 4 aus 1826, es wird derzeit restauriert, das Haustor stand offen, ein großer Innenhof, teilweise als Garten gestaltet zeigt sich.
Links befindet sich eine enge, ziemlich steile, auf wienerisch „gache“ Schneckenstiege mit Kaisersteinstufen aus der Bauzeit, mit einigen Ausbesserungen.

## Kaiserstein für die Benediktinerabtei Unsere Liebe Frau zu den Schotten, das Schottenstift

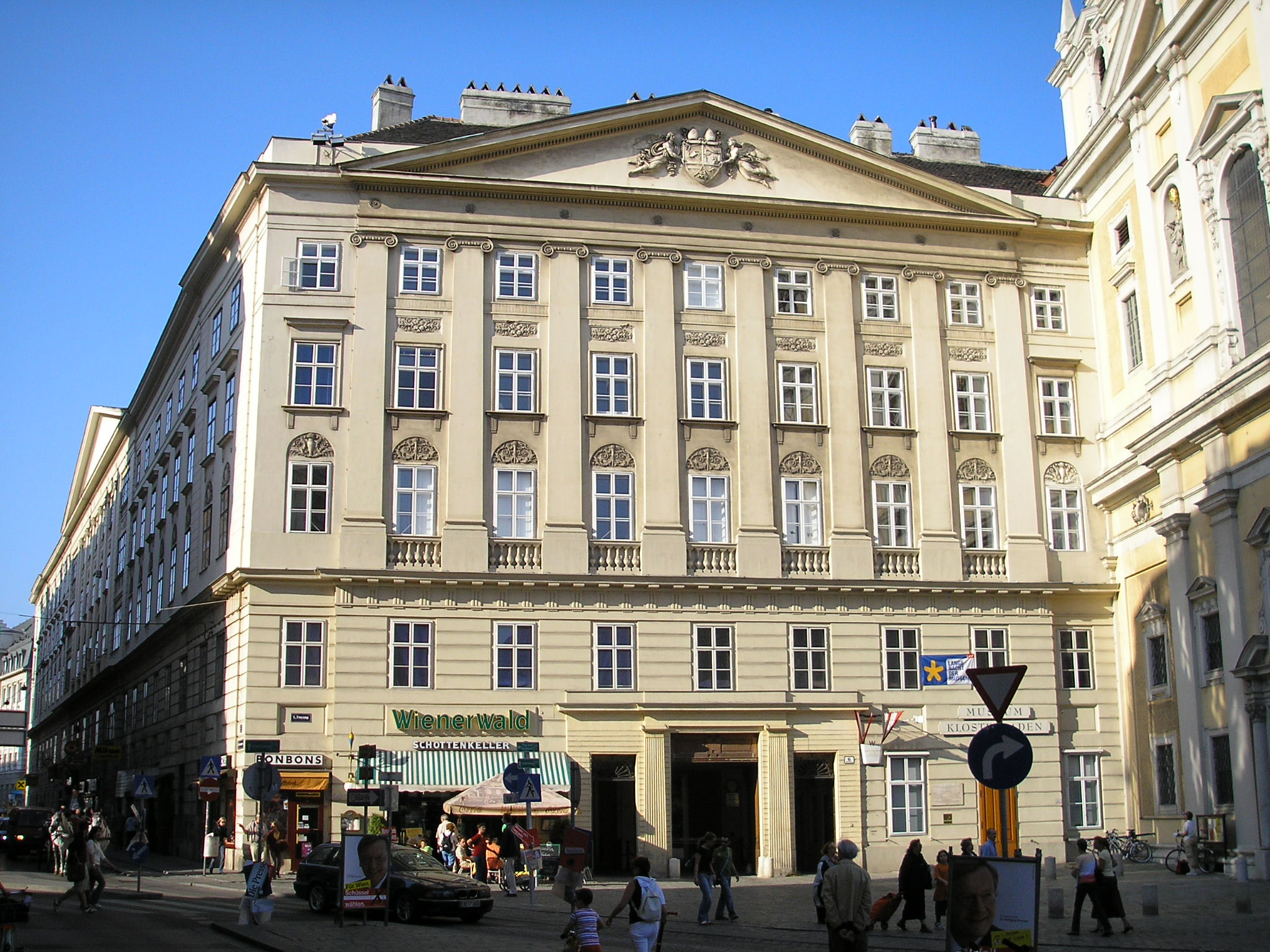
Schottenstift

Von 1826 bis 1832 wurden die Schottenhöfe, der ausgedehnte Gebäudekomplex um das Stift, von Joseph Kornhäusel umgestaltet und das schon stark baufällige Konventgebäude abgerissen und neu errichtet. Dabei wurde unter anderem der mittelalterliche Kreuzgang zerstört. Die Kaisersteinbrucher Steinmetzmeister erhielten große Aufträge, unter anderem für lange Antrittsstufen im Konventsgebäude und zwei mit Bodenplatten ausgelegte große Treppen, die allesamt aus dem glattpolierten Kaiserstein mit durchscheinenden Farbeinschlüssen gefertigt wurden.

### Die wirtschaftliche Situation um 1830
Um 1830 werden in der Umgebung von Kaisersteinbruch vier Steinbrüche erwähnt. Zwanzig Jahre waren fünf Steinbrüche in Betrieb. Sie lieferten jährlich ca. 30.000 Kubikschuh (= 950 m³) Steine, die als Werksteine für Fensterbänke und als Mauersteine meist nach Österreich ausgeführt wurden. Seine gute Verwendbarkeit, die leichte Gewinnung und Bearbeitung sowie auch seine Dauerhaftigkeit hat ihn zum Baumaterial aller größeren Baudenkmäler Wiens gemacht. Die alte Kirche zu Maria-Stiege, St. Stephan u. a. sowie die späteren Bauten, etwa der Theseustempel, das Burgtor sind aus diesem Stein errichtet.

## Kaiserstein für das Haus „Zum goldenen Ochsen“ in der Resselgasse
Die Resselgasse wurde 1860 angelegt und danach benannt. Das darin befindliche große spätbiedermeierliche Zinshaus erbaute 1831 Anton Hoppe nach Plänen von Joseph Kornhäusel.

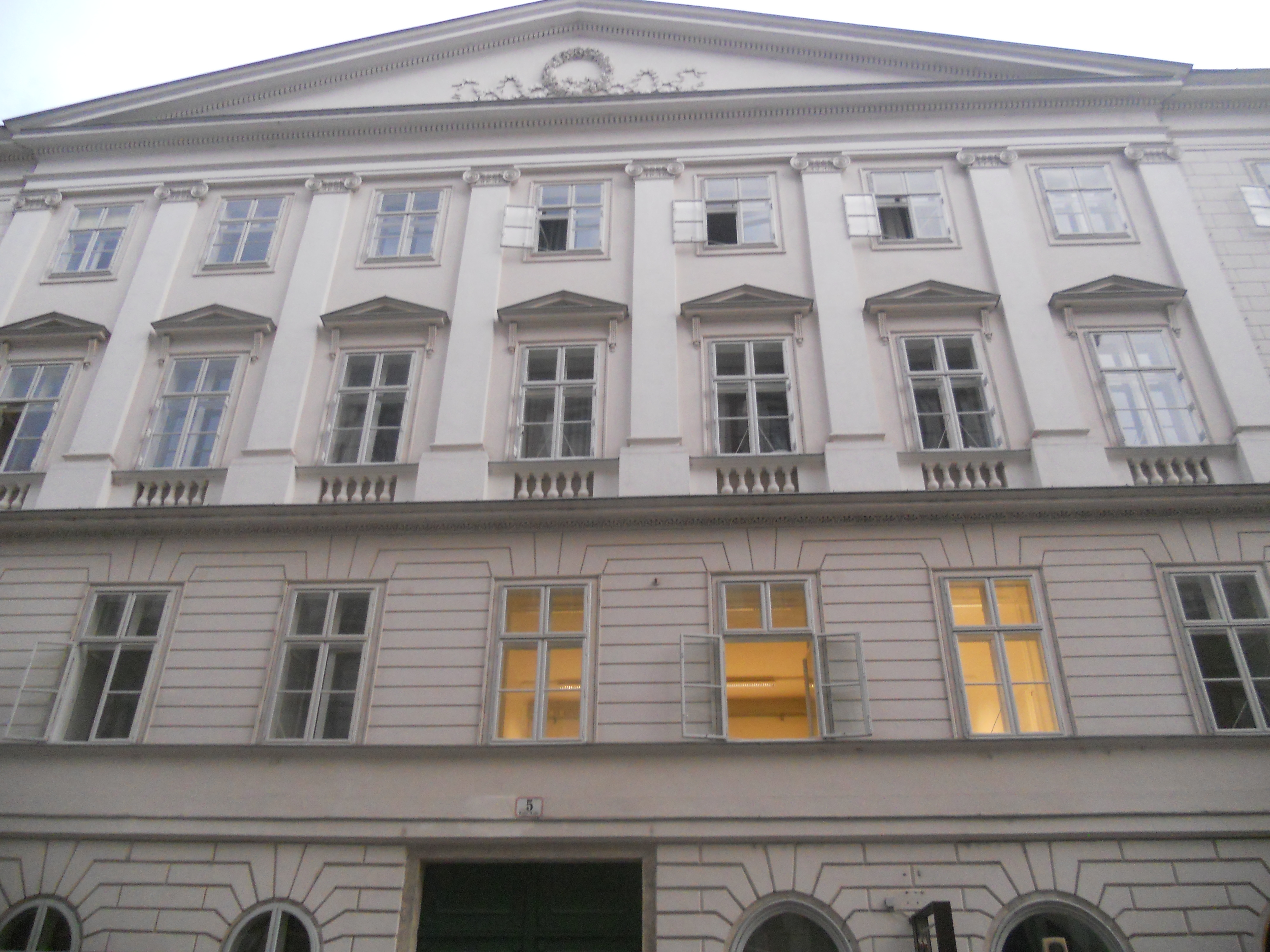
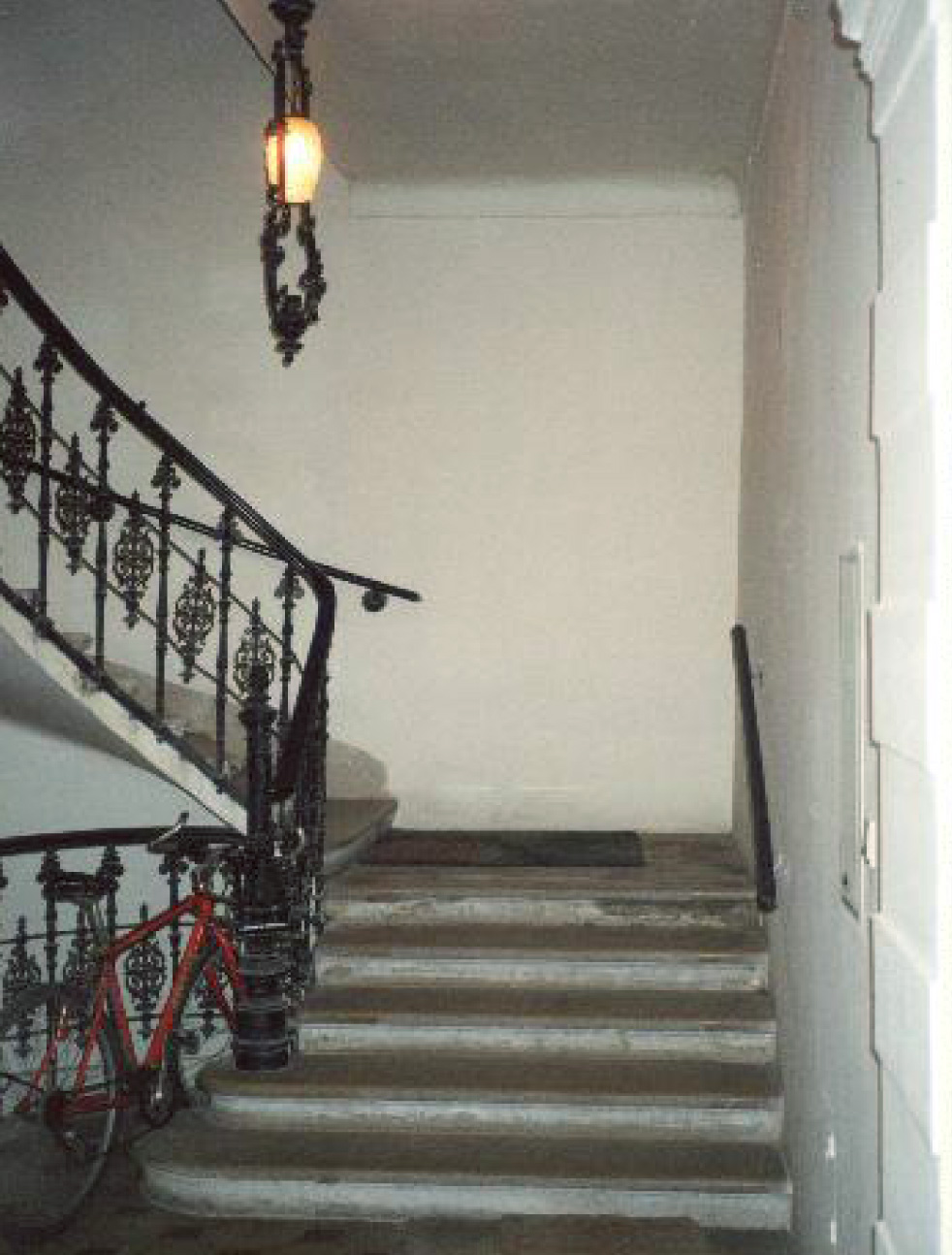
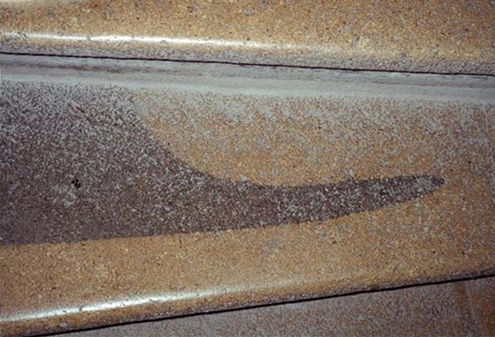
Kaisersteinstufe im Haus

- Zu beiden Seiten des Foyers Stiegenhäuser mit Vorräumen, Stufen aus Kaiserstein mit blauen Einschlüssen.

## Kaiserstein für das strenghistoristische Haus mit der Empire-Steinbank in der Einfahrt
Das Miethaus in der Windmühlgasse Nr. 16 wurde in der 1. Hälfte des 19. Jahrhunderts erbaut. Der dreigeschoßige Bau mit Dacherkern erhielt 1869 eine außerordentlich reich gegliederte strenghistoristische Fassade vom Architekten Franz Xaver Neumann sen.

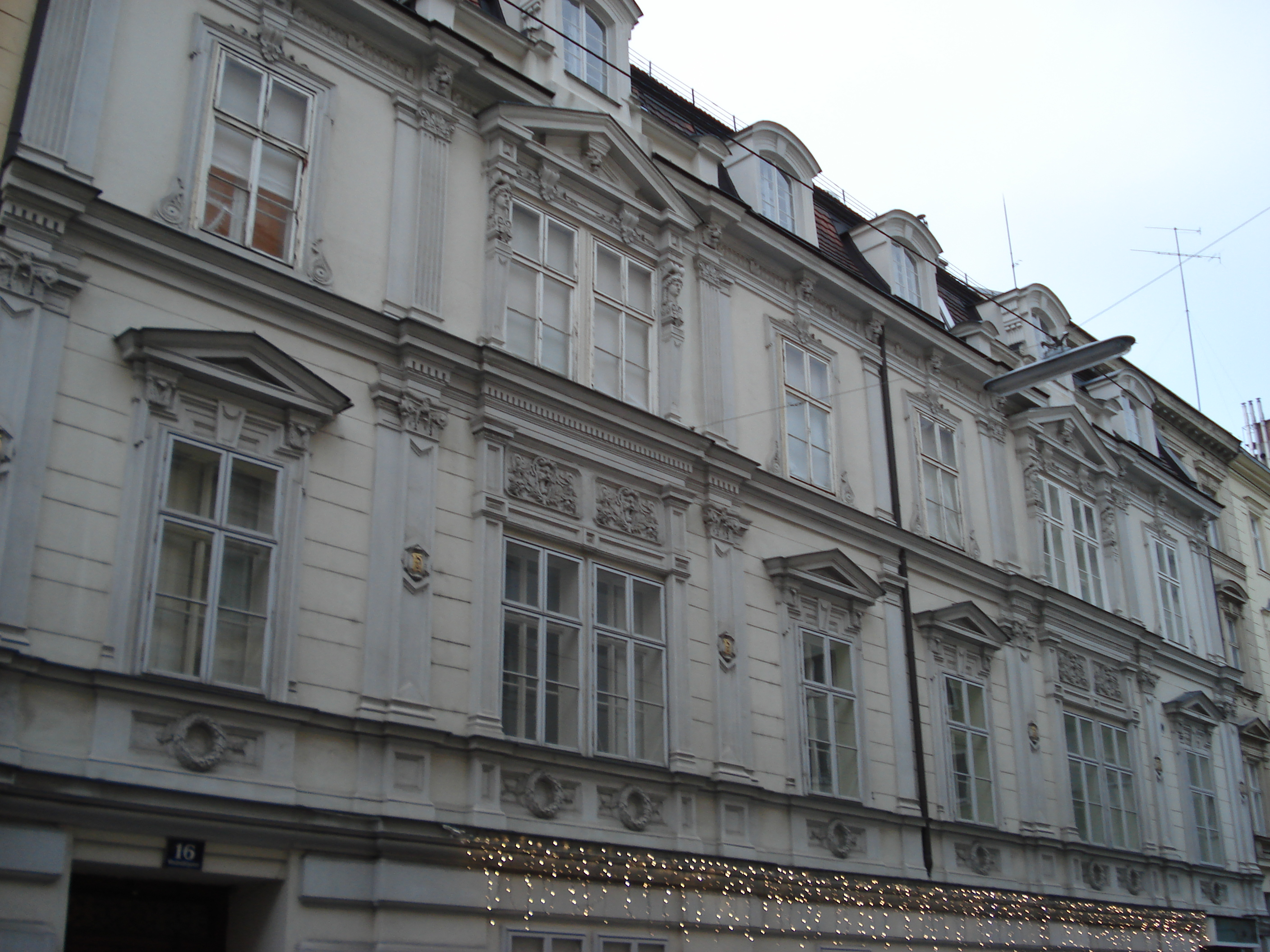
Fassade
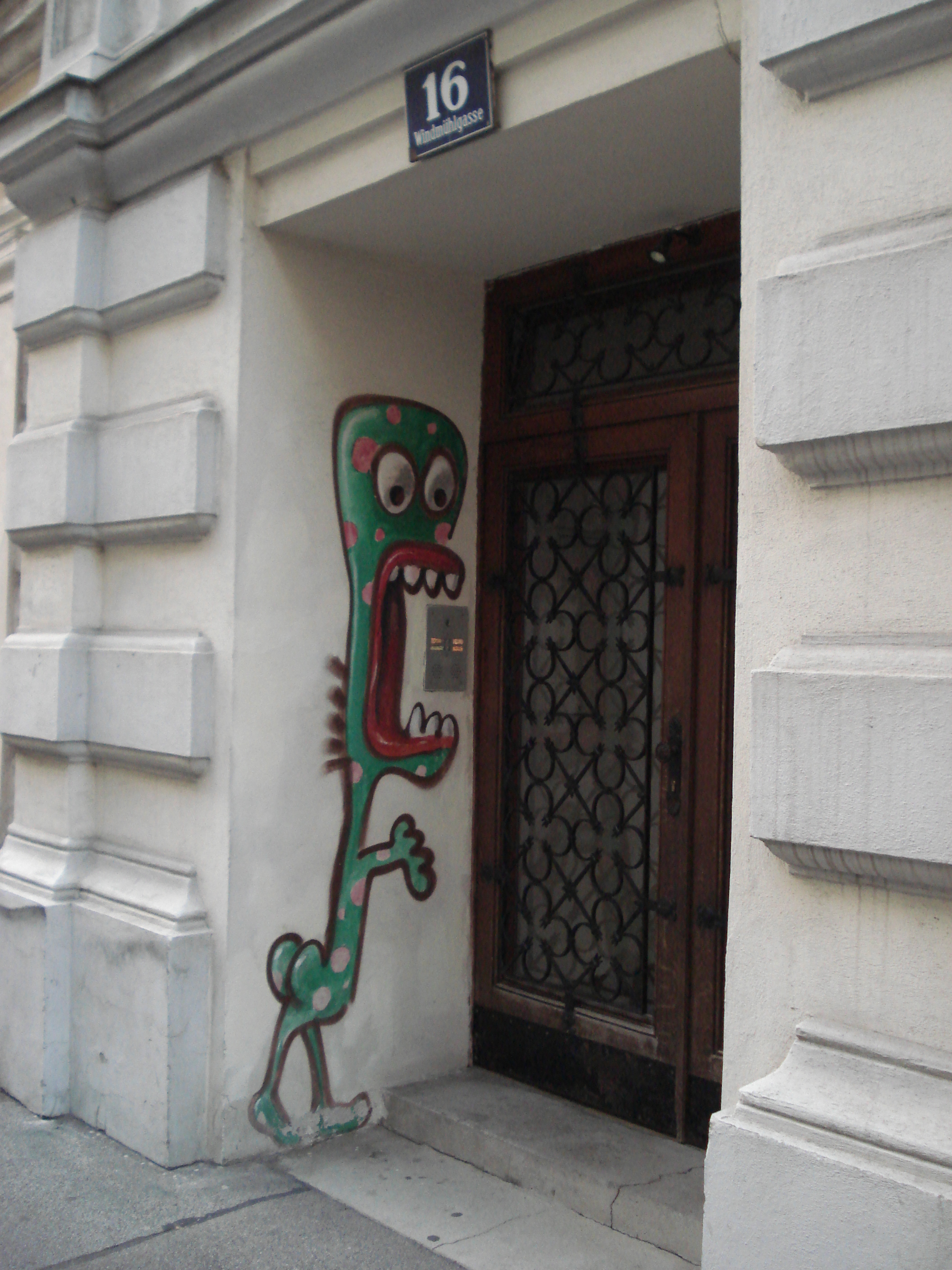
Portal
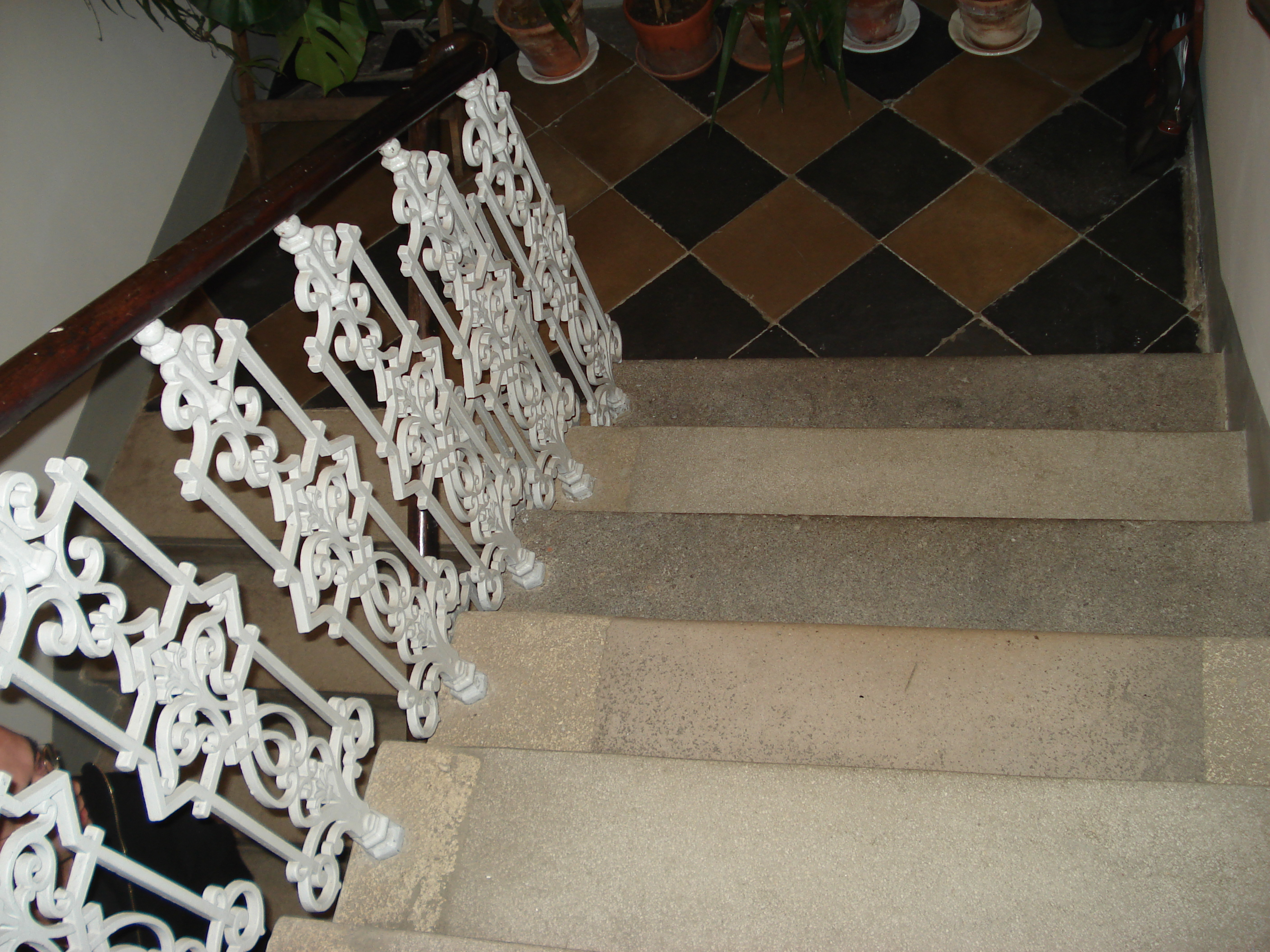
Stiegenhaus mit Kaisersteinstufen, teilweise ausgebessert
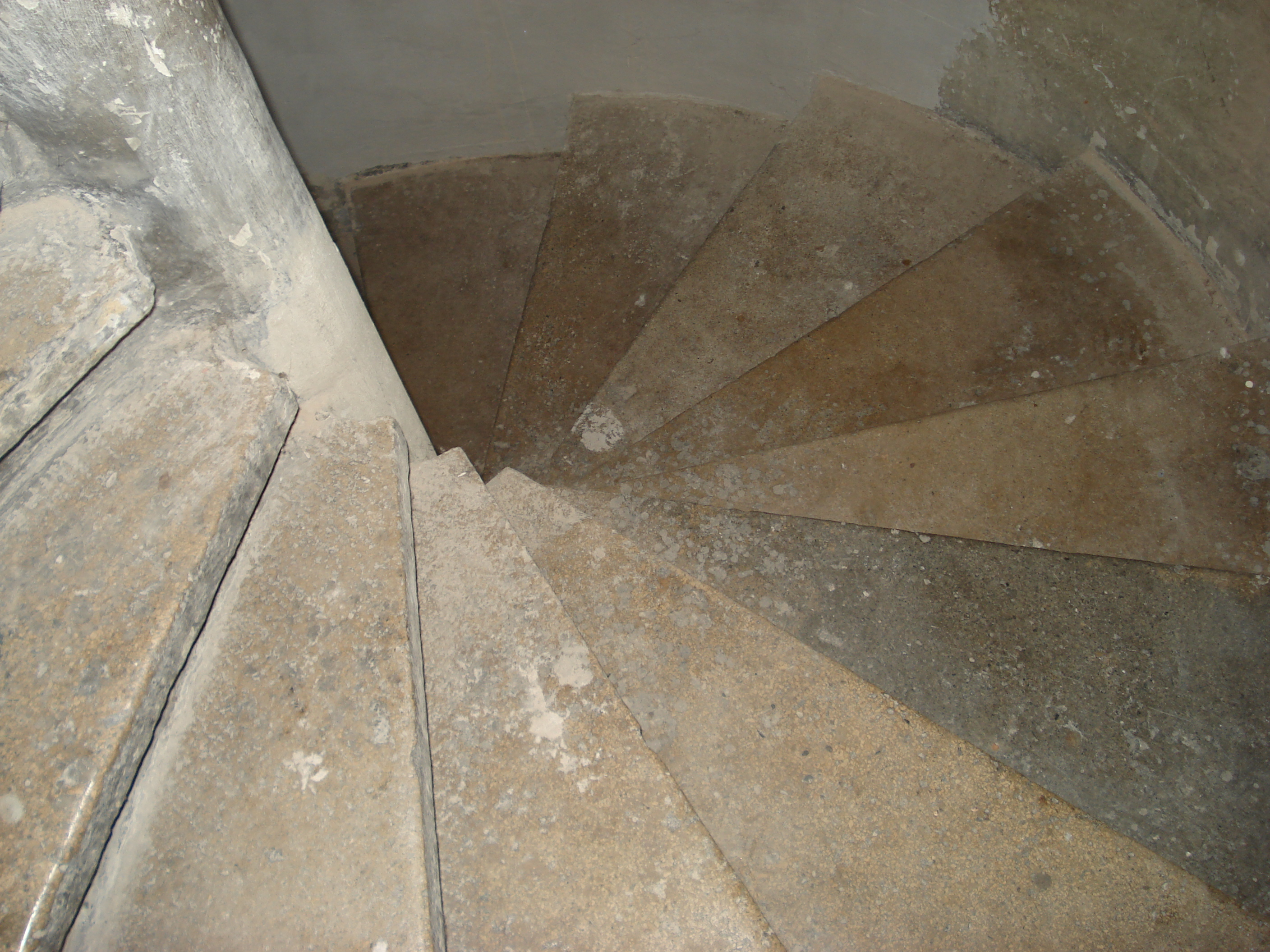
Wendeltreppe
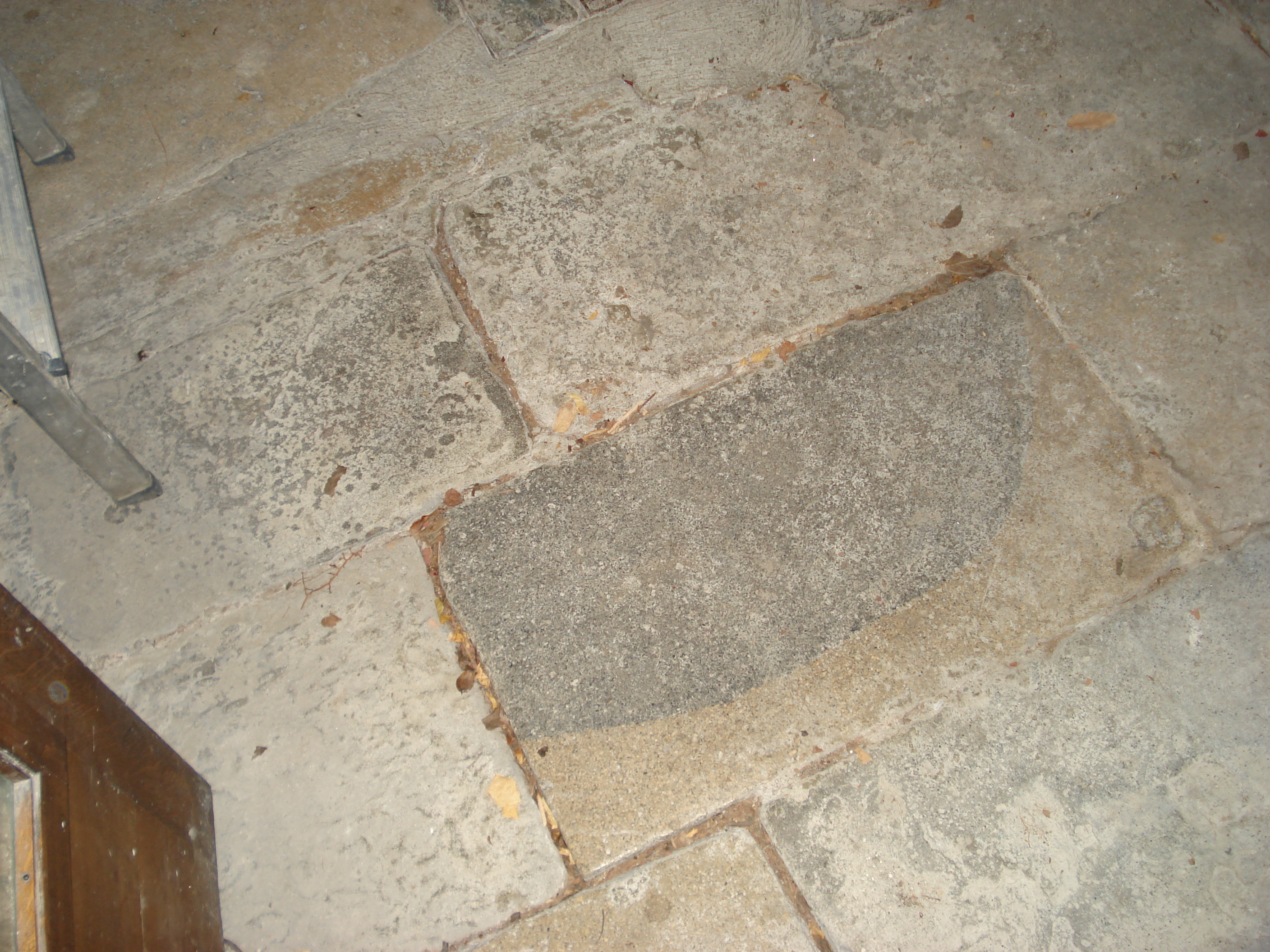
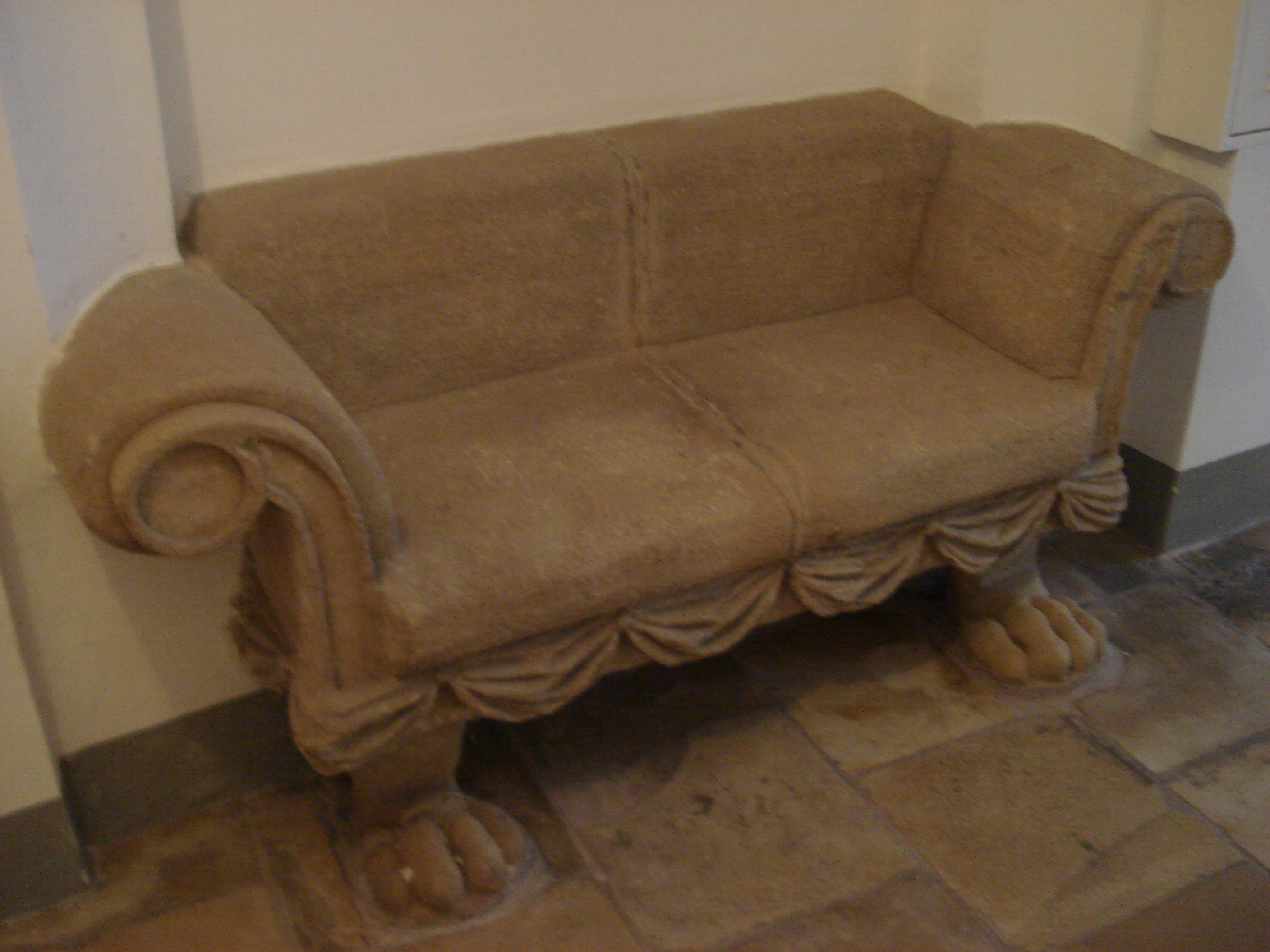
Steinbank in der Einfahrt, Bodenplatten Kaiserstein

Das Stiegenhaus und eine Wendeltreppe mit Stufen aus Kaiserstein, auch Bodenplatten, einige zur Gänze blau. In der Einfahrt rechts steht eine Empire-Steinbank.

## Kaiserstein für Fürst Franz Joseph von Dietrichstein, das Palais Clam-Gallas

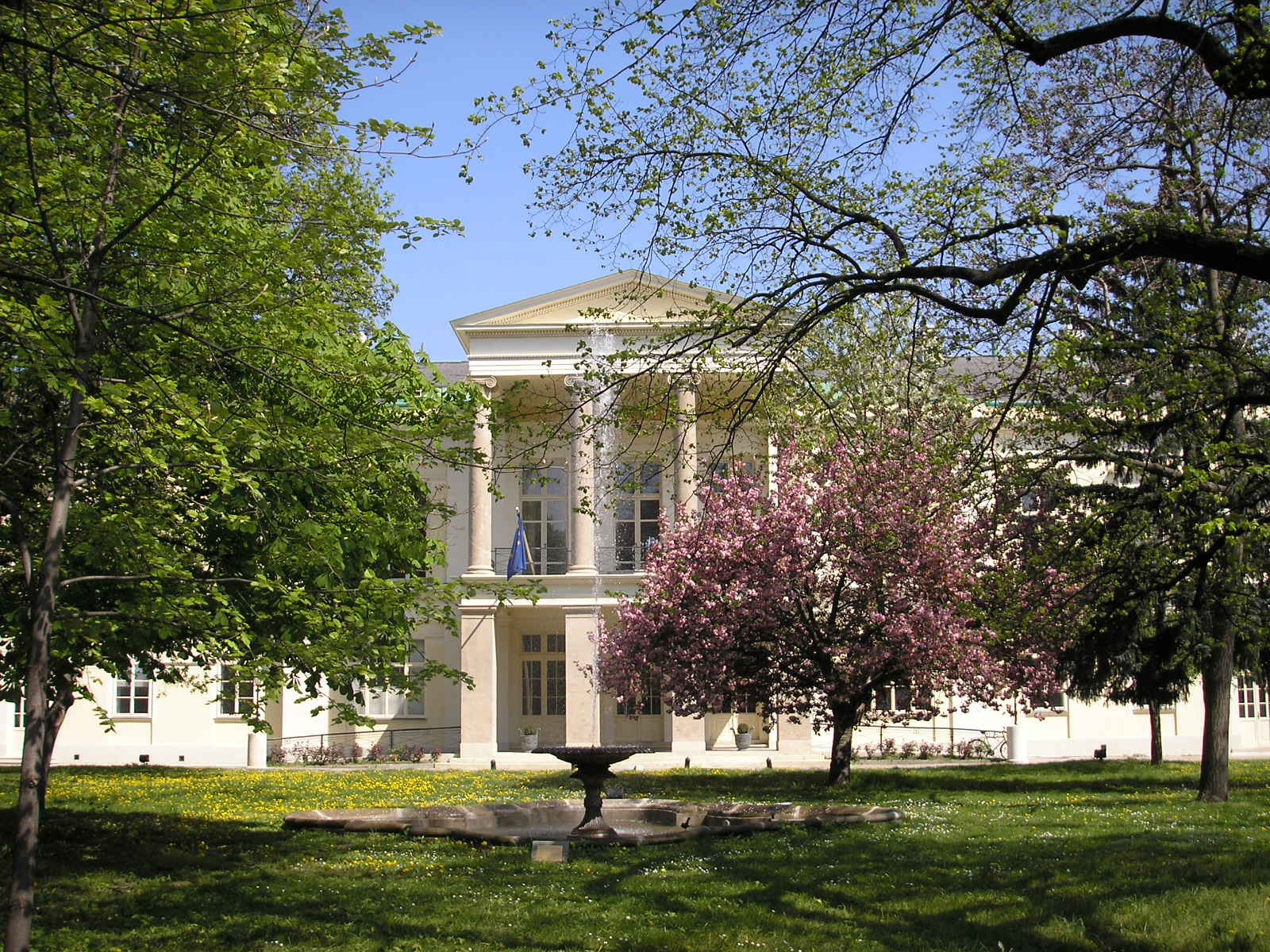
Frontalansicht
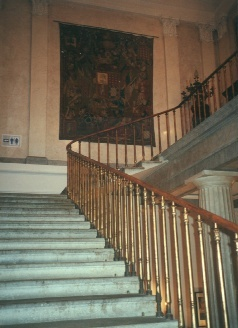
Treppe der Eingangshalle
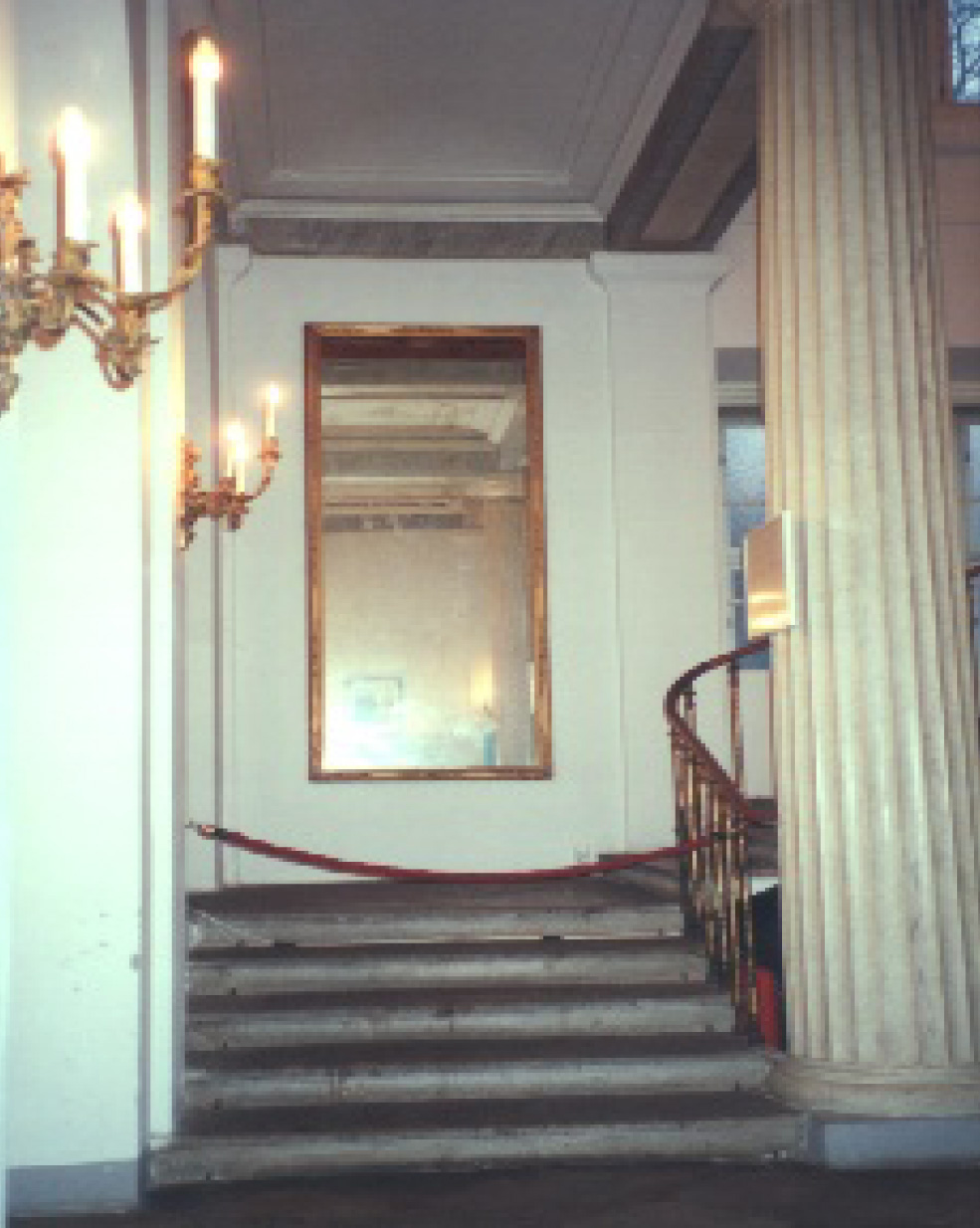

Das Palais wurde 1834 bis 1835 im klassizistischen Stil mit einem weitläufigen englischen Garten von Franz Joseph Fürst von Dietrichstein nach den Plänen des Architekten Heinrich Koch errichtet.
Das Palais ist ein zweigeschoßiger klassizistischer Bau mit einem Vorbau, das sich über den gesamten vorderen Teil erstreckt und mit seinen dorischen Säulen an einen griechischen Tempel erinnert.
Den größten Teil des Gartens nimmt heute die französische Schule ein, ein gewisser Restbestand lässt jedoch die ursprüngliche Atmosphäre erahnen.
Im Inneren befindet sich die Eingangshalle, links davon die geschwungene, freitragende Podesttreppe in offenem pilastergegliedertem Treppenhaus. In den Seitentrakten, symmetrisch angeordnet, stehen zwei freitragende, im flachen Bogen verlaufende Stiegen, alle mit Stufen aus dem Kaisersteinbrucher Stein.

## Kaiserstein für das Hauptmünzamt Am Heumarkt
Das 1835–1838 von Architekt Paul Sprenger errichtete Hauptmünzamt lag am Ufer des seinerzeitigen Wiener Neustädter Kanals. (heute Trasse der Schnellbahn)
Breite Stiege mit Stufen aus Kaiserstein.

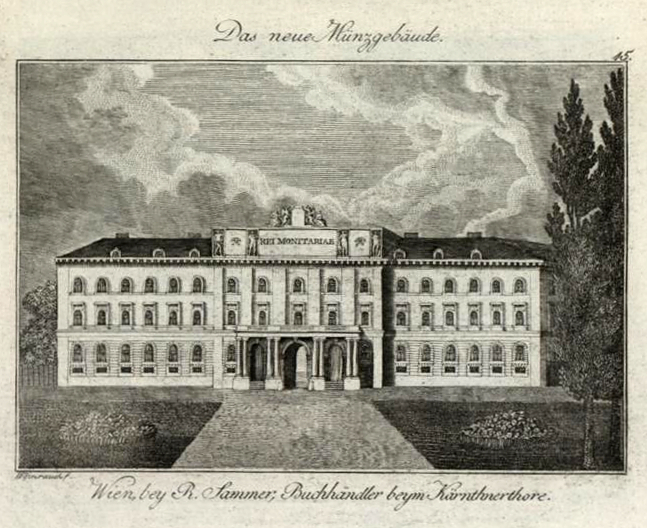
Hauptmünzamt um 1838
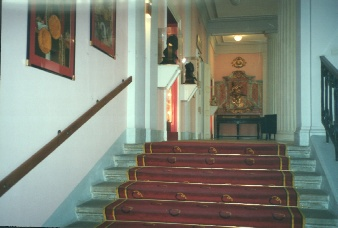
Kaisersteinstiege der Münze Österreich

## Sommereiner Kaiserstein für das k.k. Polytechnische Institut

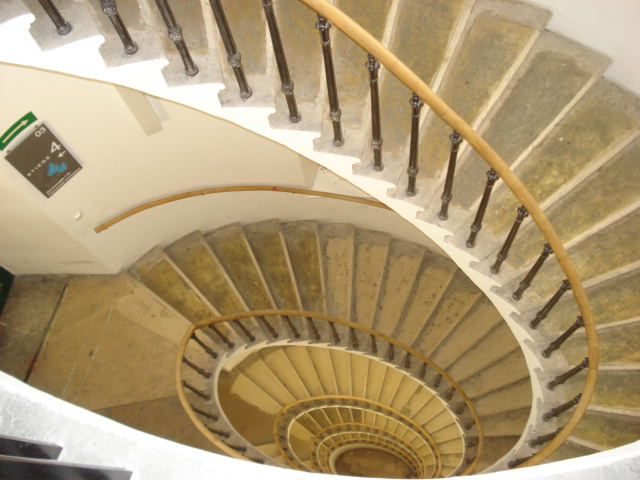
Wendeltreppe 1836

Alois Kieslinger schreibt in „Die Steine der Wiener Ringstraße“ im Kapitel Stiegenstufen: In Amtsgebäuden, den Schulen (z. B. Technische Universität Wien), den großen Stiftshöfen in Wien und in allen bürgerlichen Wohn- und Geschäftshäusern schon vom 18. Jahrhundert an für Stufen vorwiegend eine einzige Gesteinsart in Verwendung, ein besonders dichter und widerstandsfähiger Leitha-Algenkalk, der sogenannte Kaiserstein aus den Brüchen von Kaisersteinbruch und Sommerein am Nordende des Leithagebirges (es handelt sich um ein und dasselbe Vorkommen, über das zufällig die Landesgrenze zwischen (früher Österreich und Ungarn) Niederösterreich und Burgenland verläuft).
Ein besonderes Beispiel: Eine der ältesten freitragenden Steintreppen in Wien, die 4. Stiege der Technischen Universität, erbaut 1836 mit Stufen aus hartem Leithakalk von Sommerein.

## Kaiserstein für das Schulgebäude in der Leopoldstadt Nr. 134
Die erste Trivialschule der Leopoldstadt wurde 1767 von den Karmeliten im Kloster organisiert. Zwei Jahre später folgten drei weitere Schulen. Ab 1786 wurde die allgemeine Schulpflicht befohlen.
- Das in der (1802 so benannten) Schreygasse gelegene Haus gehörte dem Bildhauer Johann Michael Schrey, dessen Witwe dort 1801 eine Stiftung für die Errichtung einer Schule begründete, das Schreysche Stiftungs-Schulhaus für 60 Kinder mit einer Schulmeister-Wohnung.[215]
- 1838 Kostenausweis über den hergestellten Bau des Schulgebäudes Nr. 134 in der Leopoldstadt: Steinmetzarbeit
- Kaiserstein für Quadrat Sockelplatten, für Streifkugeln, die Staffeln zur Hauptstiege von Kaiserstein, Stiegenruheplätze von härtestem Kaiserstein, weiters Spiegelstufen, Loretto Stein für Türstein mit Falz, Fensterstein mit Falz …
- 1846 Adaptierungsarbeiten zur Unterbringung der 4. Klasse: Steinmetzarbeit
- Stiegenstaffel mit Rundstab von härtestem Kaiserstein.[216]

## Kaiserstein für das Benefiziantenhaus, beim Umbau zur Leichenhalle

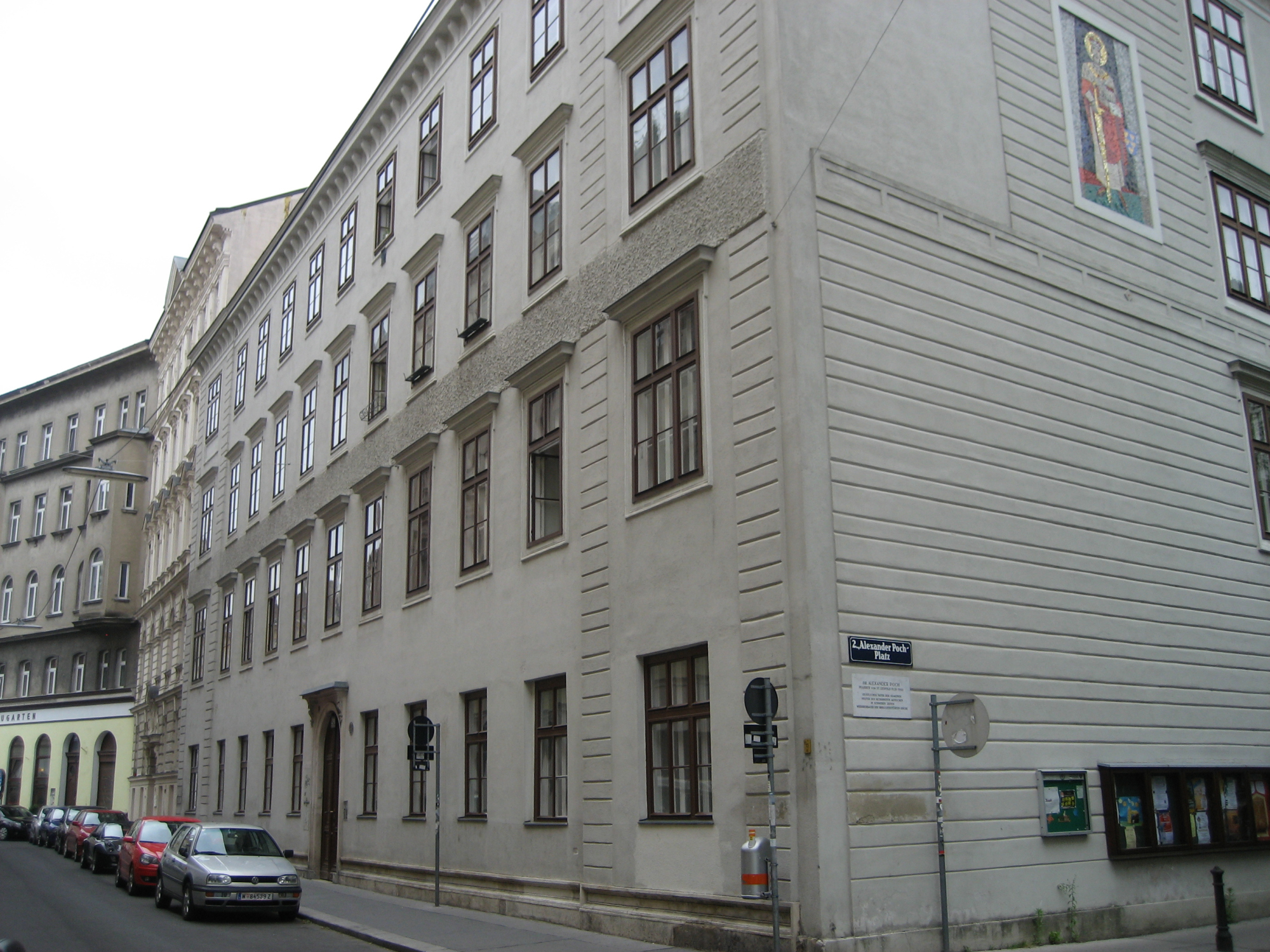
Benefiziantenhaus Kl. Pfarrgasse 24

Die 1830er Jahre waren schlimme Jahre, auch in der Leopoldstadt. Tödliche Krankheiten, wie die Cholera, die Influenza … plagten die Menschen. Zu Pfingsten 1832 mussten z. B. 30 Choleraleichen in der kleinen Leichenkammer im Benefiziantenhaus und in den Räumen der Hauptschule provisorisch untergebracht werden. Diese Krankheit kehrte in Schüben wieder, sodass man an den Bau einer neuen Totenkammer für die Gemeinde Leopoldstadt ging. Dies wird auch durch die Unterkammeramtsrechnung 2286 im Jahre 1842 dokumentiert.
- Die Steinmetzarbeit wurde, wie so oft, mit Margarethner und Kaiserstein durchgeführt. Kaiserstein für Sockelplatten, Torstreifsteine, Sohlbänke, Stufen, Brunneneinfassung, Brunnendeckelplatte, Brunnengrand, Wasserrinne, … Margarethner für Torsteine, Fenstersteine.[218]

## Kaiserstein für Graf Abensberg-Traun, das Traunsche Haus, eine vielhöfige Zinshausanlage

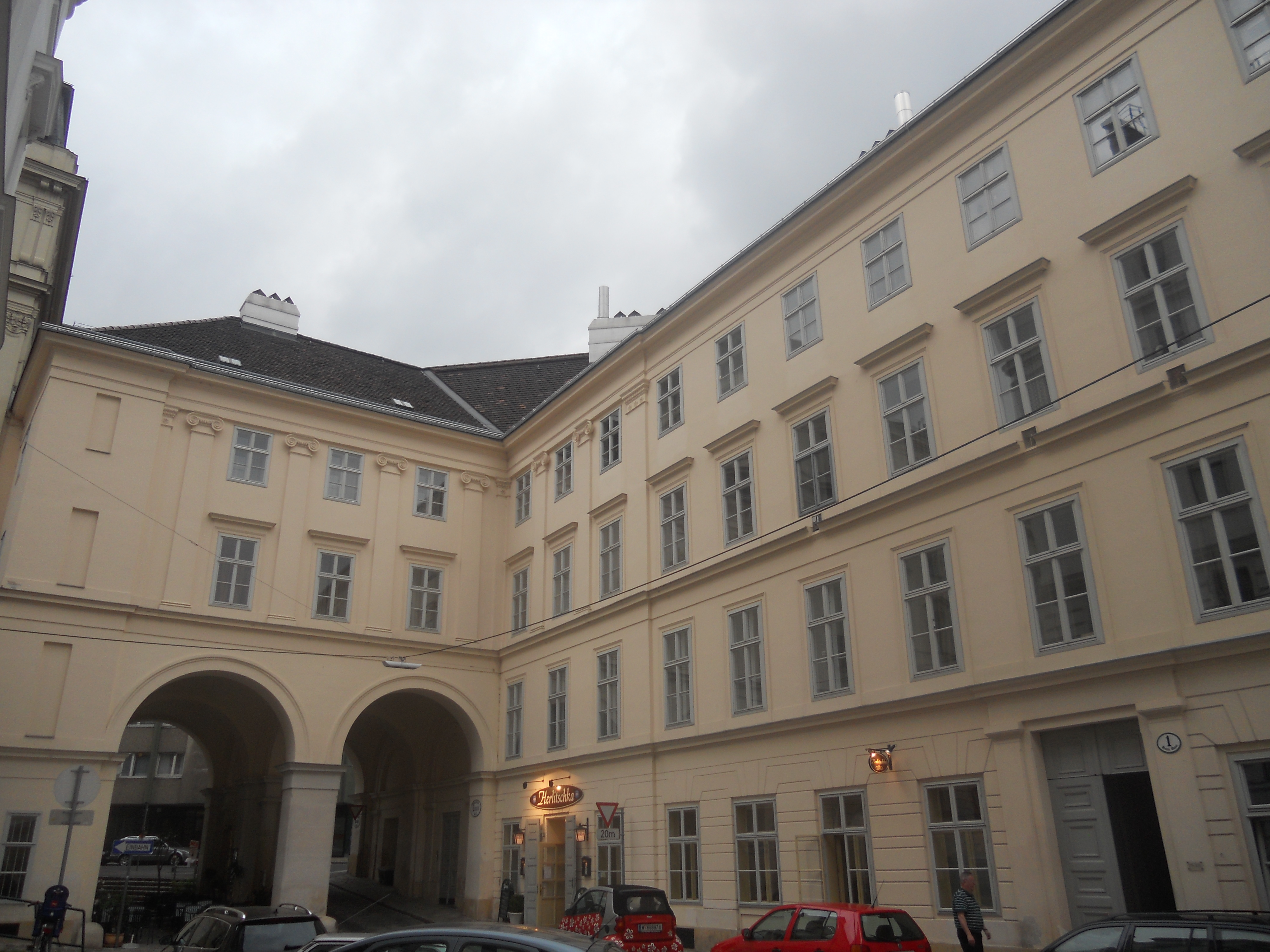
„Traunsches Haus“
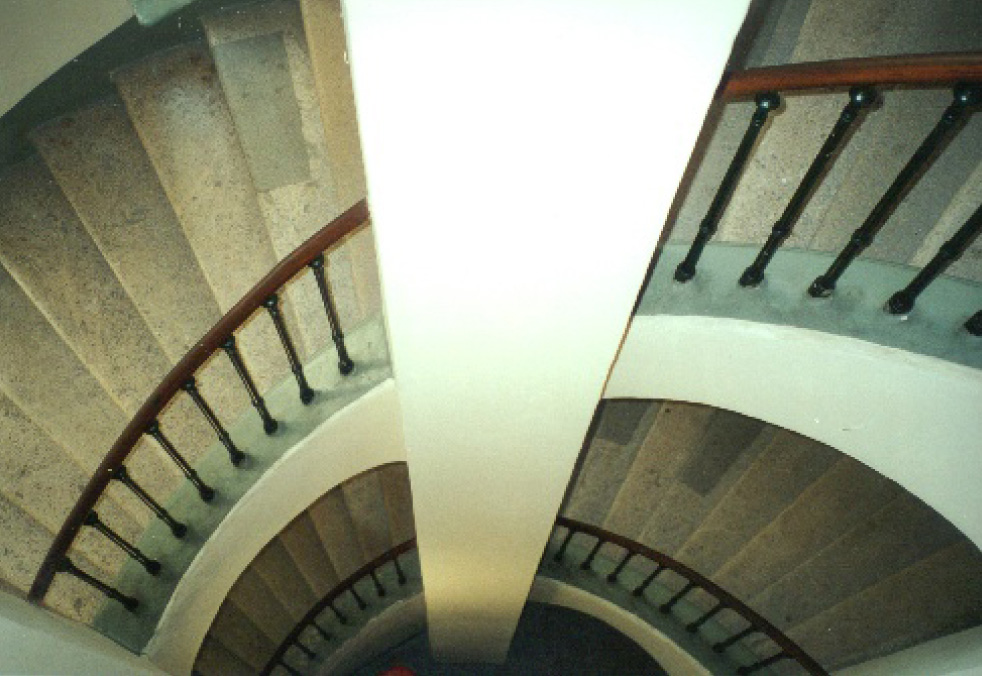
Stiege mit Kaisersteinstufen

Seinen wichtigsten Auftrag erhielt Franz Ehmann im Jahre 1837 von Graf Abensperg und Traun mit der Errichtung des Miethauskomplexes „Traunsches Haus“, das unmittelbar an den Zinshauskomplex anschloss, den sein Onkel Karl Ehmann bereits 1817 erbaut hatte. Franz praktizierte bei Carl Högl und erhielt am 11. Oktober 1830 das Zeugnis über die am 21. Februar 1830 abgelegte Prüfung, wonach er »jedermann auf das Beste empfohlen werden kann«. Ein Jahr später wurde er in die Baumeisterzunft aufgenommen.
1837: „Traunsches Haus“, Wien 3, Traungasse 1 / Marokkanergasse 5 / Salesianergasse 6.
Dieser Neubau mit seinen 37 Achsen hatte für damalige Verhältnisse ein unvorstellbares Ausmaß. Mit einem weiteren Zubau, den Ehmann einige Jahre später errichtete, wurde die vielhöfige Anlage zu einem der größten vormärzlichen Miethäuser Wiens.
Zahlreiche Stiegenhäuser mit teilweise ausgebesserten Stufen, auch Bodenplatten aus Kaiserstein mit bläulichen Einsprengungen.

## Kaiserstein für den Gasthof „Zum rothen Rössel“, gegenüber der Paulanerkirche
Die ehem. Pensionsgesellschaft der bildenden Künstler ließ das langgestreckte Eckhaus 1838 von Baumeister Franz Lössl errichten. Als Haus „Zum rothen Rössel“ an prominenter Stelle gegenüber der Paulanerkirche erbaut, beherbergte es lange Zeit hindurch einen Gasthof.

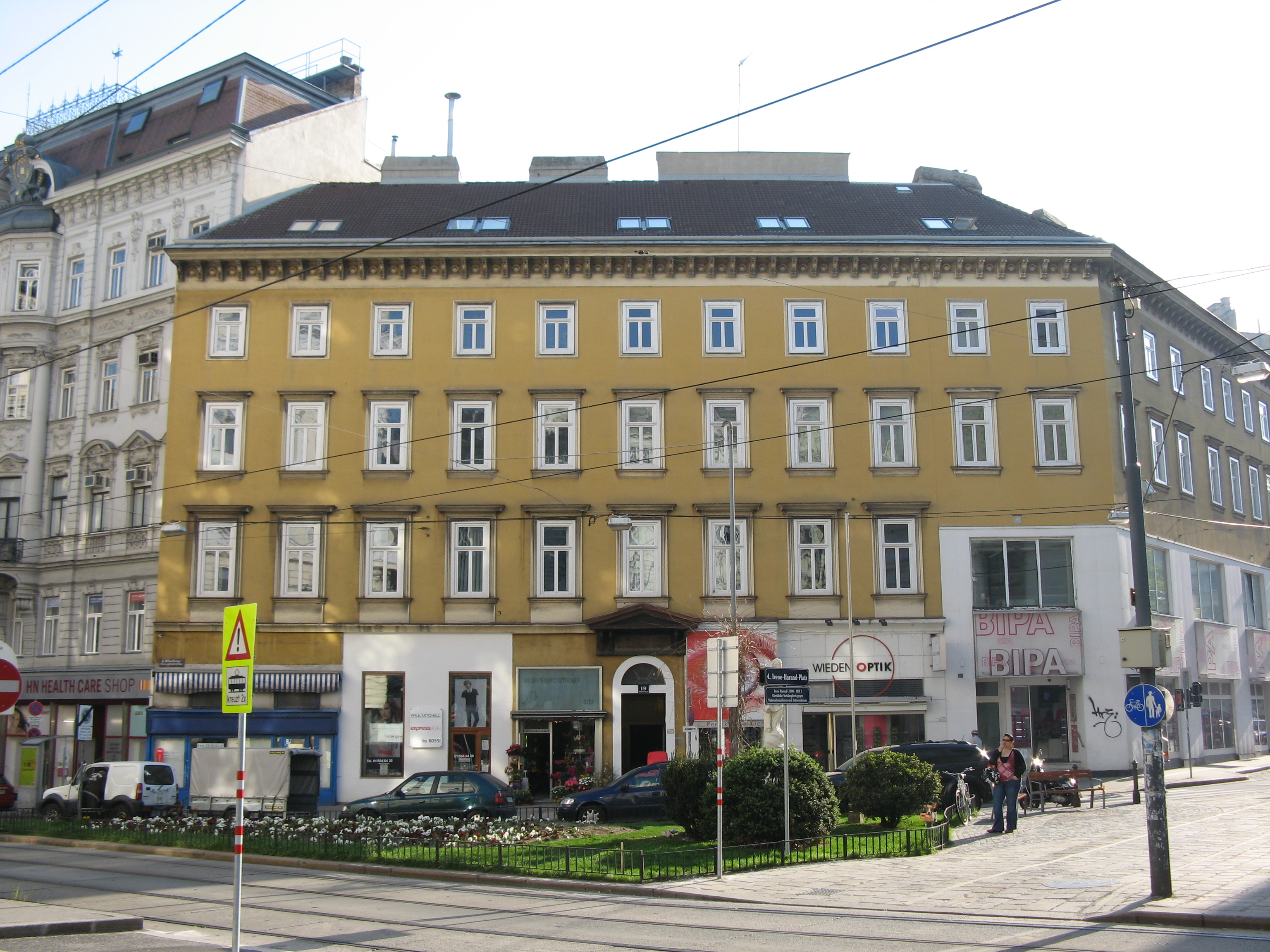
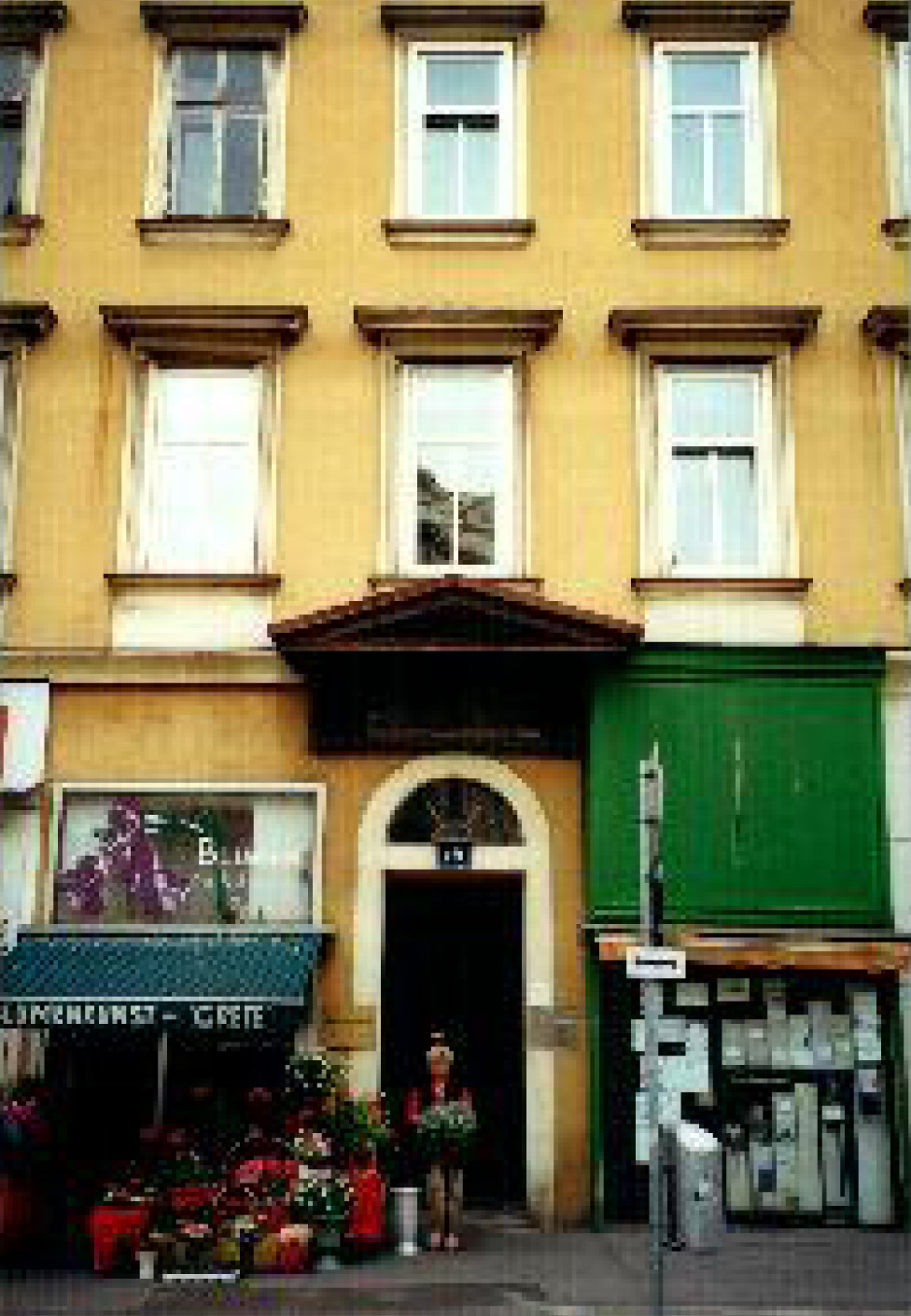
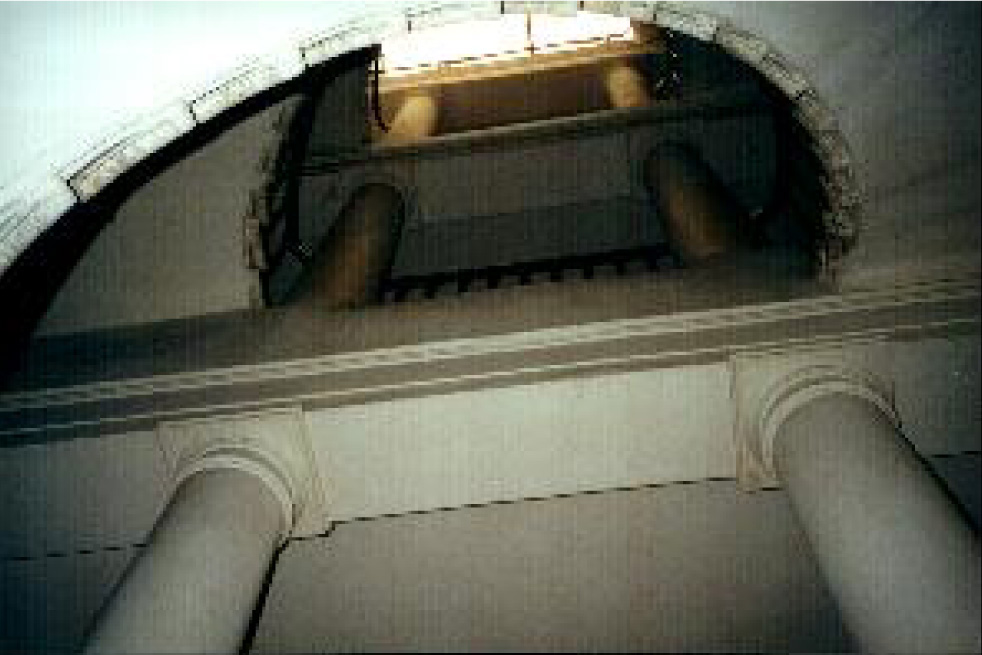
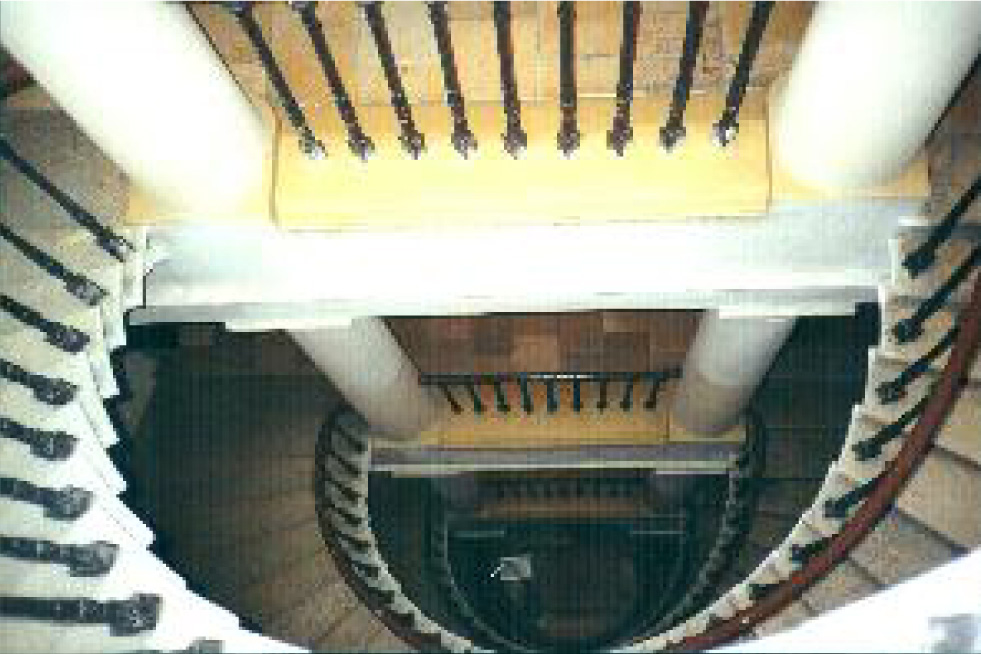

Entsprechend der Lage an zwei Straßen, nämlich der Wiedner Hauptstraße und der Favoritenstraße erhielt das Gebäude zwei identische halbkreisförmige Stiegen, beide mit Stufen aus Kaiserstein.

## Kaiserstein für das Gebäude neben dem Landhausgassentrakt des Niederösterreichischen Landhauses
Dieses Nachbargebäude des Landhauses errichtete 1839 Leopold Mayr. Im Stiegenhaus befindet sich eine gewendelte Haupttreppe mit Doppelpfeiler- und -Säulenstellungen an den Podesten, mit Kaisersteinstufen.

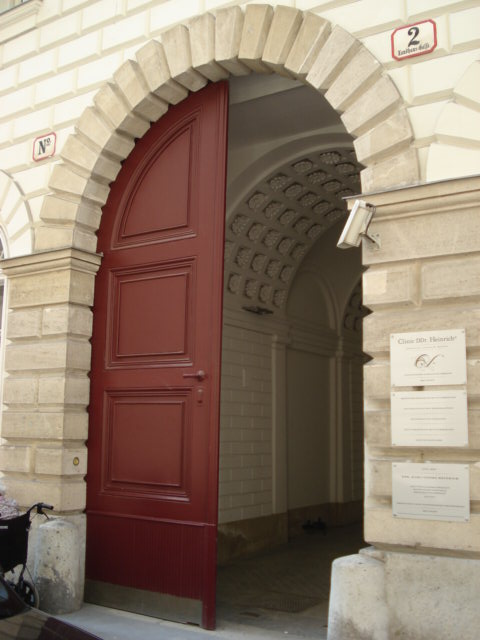
Landhausgasse 2, Rundbogenportal mit Holztor
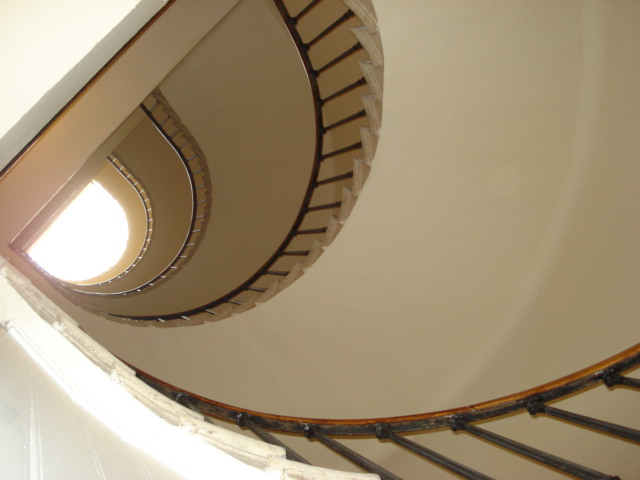
Gewendelte Haupttreppe hinauf
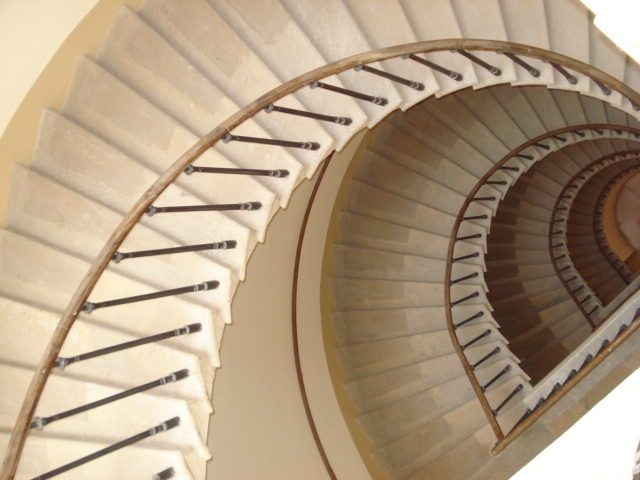
Gewendelte Haupttreppe von oben
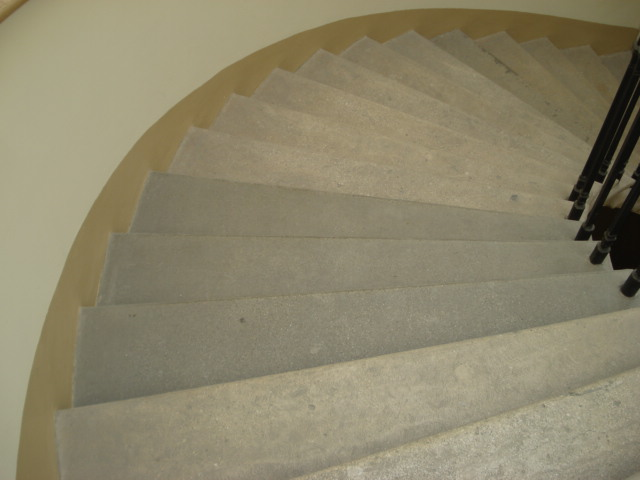
Kaisersteinstufen

## Kaiserstein für Höflein bei Bruck an der Leitha
Das Dorf Höflein besteht aus Häusern, welche aber größtentheils nur aus Lehm oder ungebrannten Ziegeln aufgeführet und mit Rohr oder Stroh eingedeckt sind. In der jüngsten Zeit aber versehen sich die durchgehends ziemlich gut bemittelten Einwohner mit dem nöthigen Stein aus dem Steinbruche nächst dem Dorfe gleichen Namens in Ungarn, Kaisersteinbruch. Und bey vorkommenden Gebrauche wird nun das meiste vor festen Mauersteinen aufgeführet … Diese Gedenkschrift wurde 1841 von Pfarrer Mathias Kuso angelegt: die darin vorkommenden Merkwürdigkeiten sind teils aus der Geschichte, teils aus dem hiesigen Pfarrarchive 1755, … teils durch die Mitteilung des Herrn Josef Herborn, berühmten Alterthums-Forscher, mit wissenswerten Daten bereichert worden.

## Kaiserstein für das Haus mit den zwei steinernen Säulen auf dem Kohlmarkt

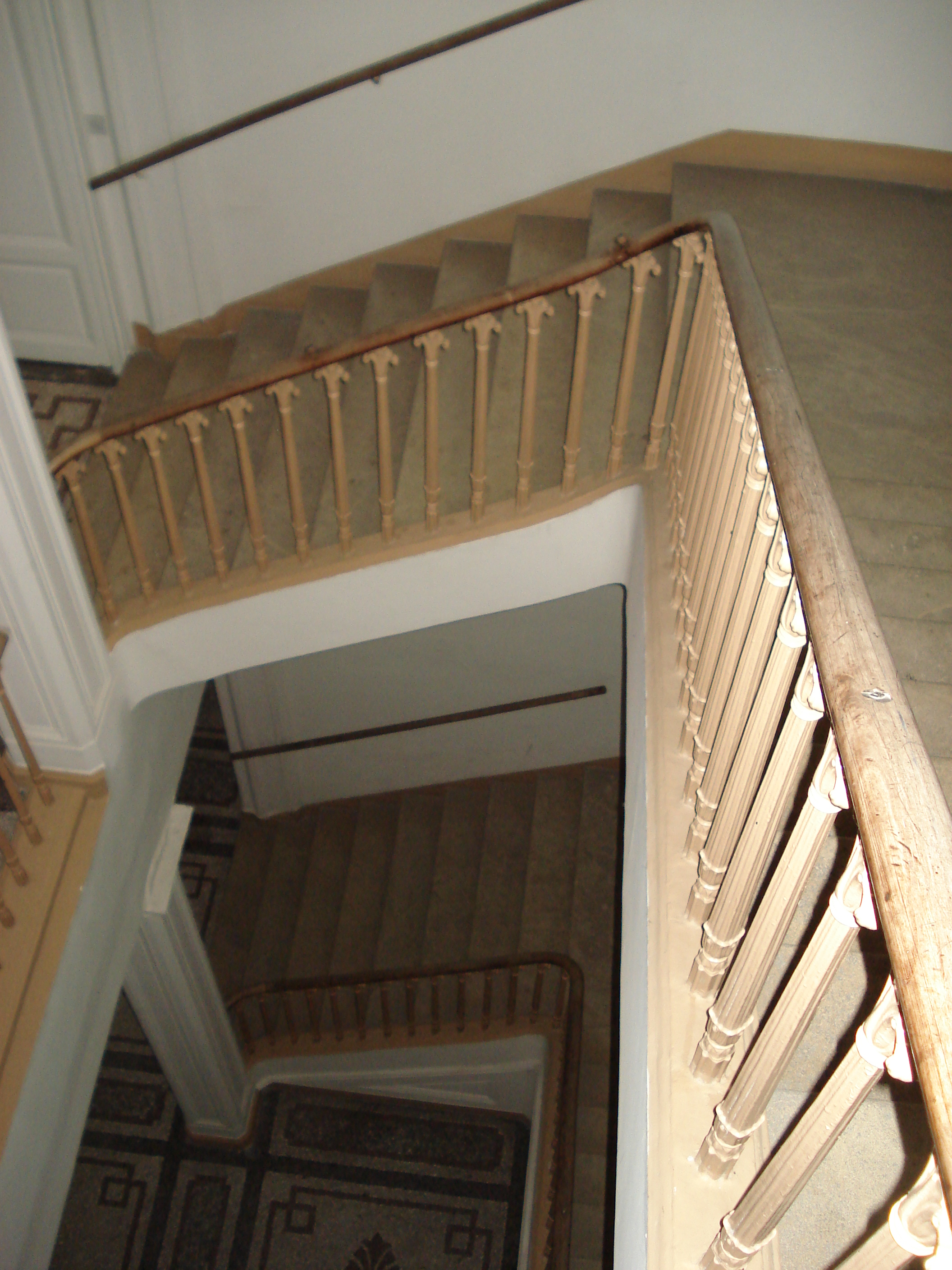
Kohlmarkt 7: Stiegenhaus mit Kaisersteinstufen

Dieses spätbiedermeierliche Zinshaus wurde 1840–1847 von Leopold Mayr erbaut. Hier sei auf das bemerkenswerte Stiegenhaus mit 3-läufiger Treppe ins 1. Obergeschoß und versetzter 3-läufiger Pfeilerstiege mit Stufen aus Kaiserstein verwiesen. Das Haus steht unter Denkmalschutz (Listeneintrag).

## Kaiserstein für den „Großen Zwettler Hof“

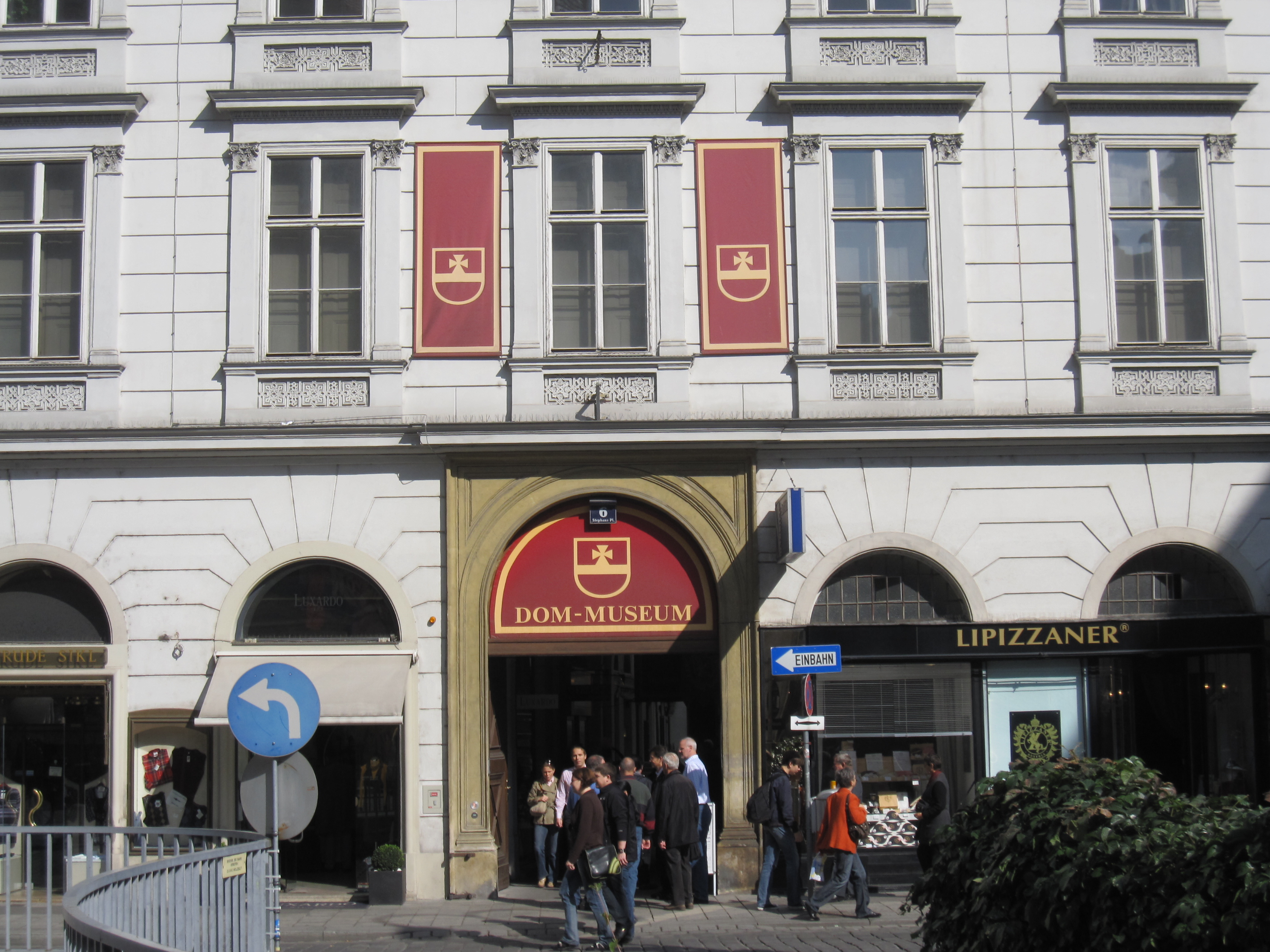
Stephansplatz zur Wollzeile
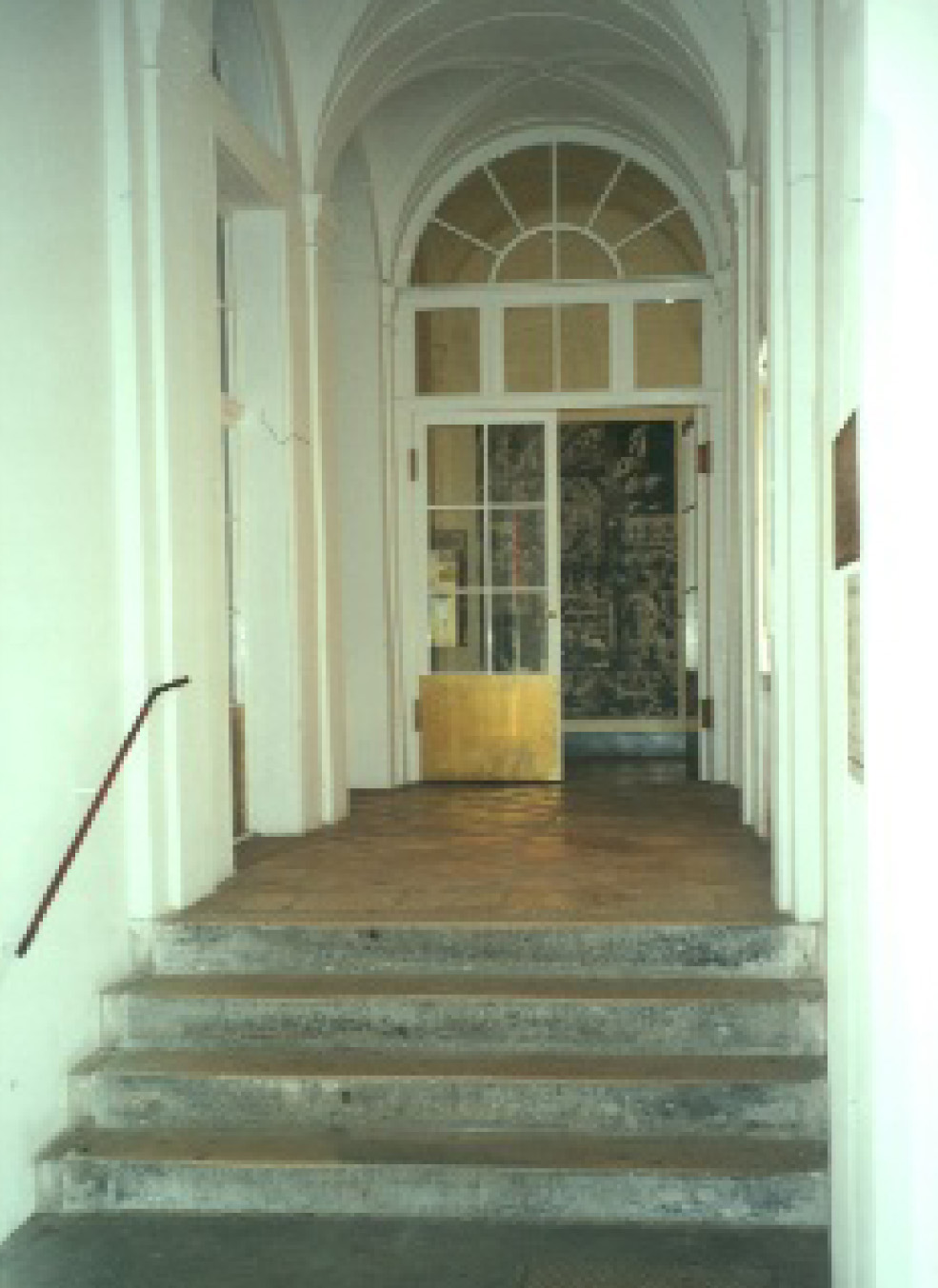
Stufen gegenüber dem Dom- und Diözesanmuseum

Der an der Wollzeile gelegene Teil des Zwettlhofs wurde während des Stadtbrandes 1627 ein Raub der Flammen, danach größtenteils neu gebaut und im Lauf der Jahre wiederholt restauriert. 1839–1842 wurde der Gebäudekomplex abgebrochen. An seiner Stelle errichtete 1844 Baumeister Leopold Mayr einen vierstöckigen Neubau mit zwei öffentlichen Passagen vom Stephansplatz zur Wollzeile.
- Mehrere Stiegenhäuser mit Kaisersteinstufen.

## Kaiserstein für das Hofkammerarchiv in der Johannesgasse
Der ursprüngliche Bau kam 1482 geschenkweise an das Kloster Klein-Mariazell, 1615 wurde ein Erweiterungsbau, das Neue Stöckl errichtet und 1768 barockisiert.

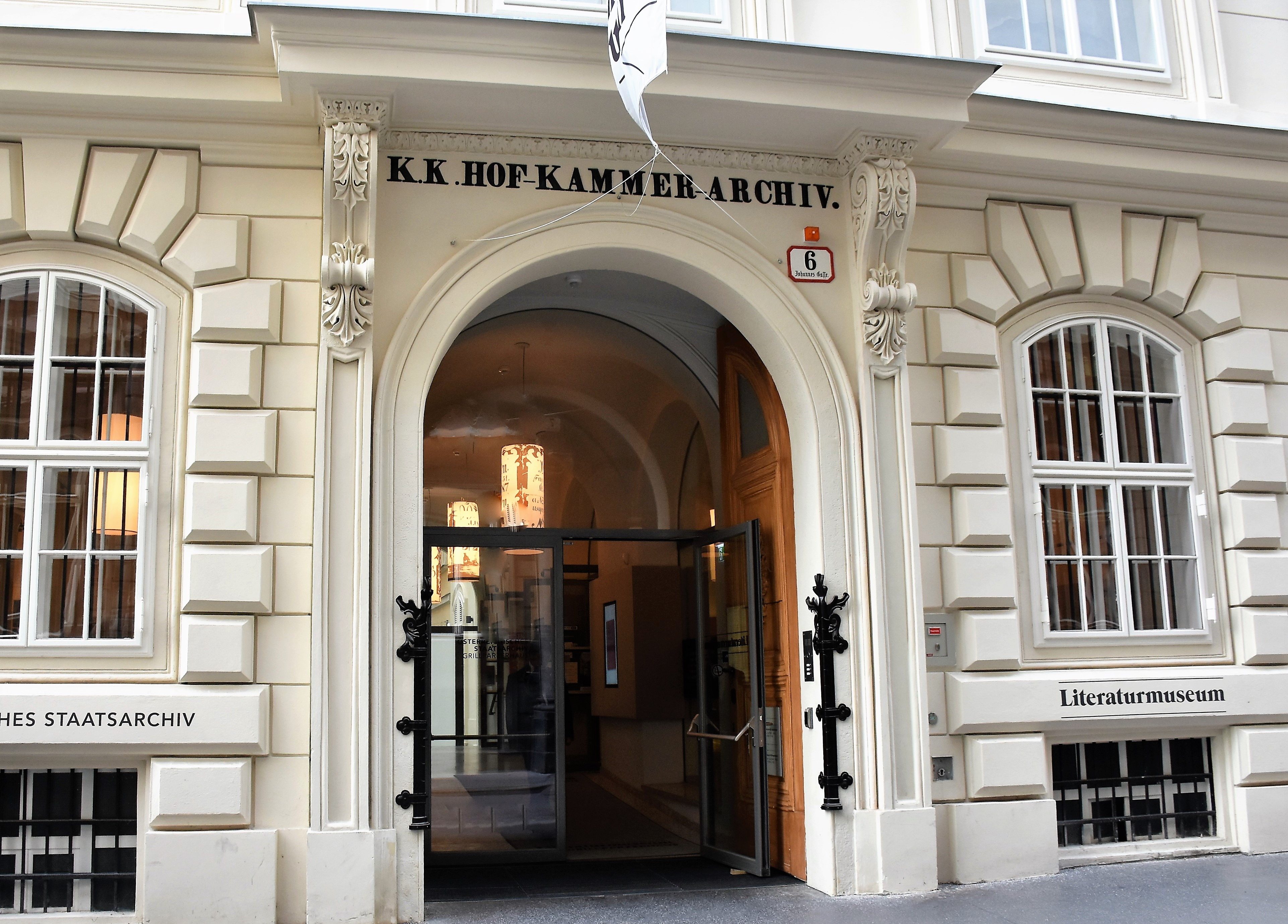
Eingang Hofkammerarchiv
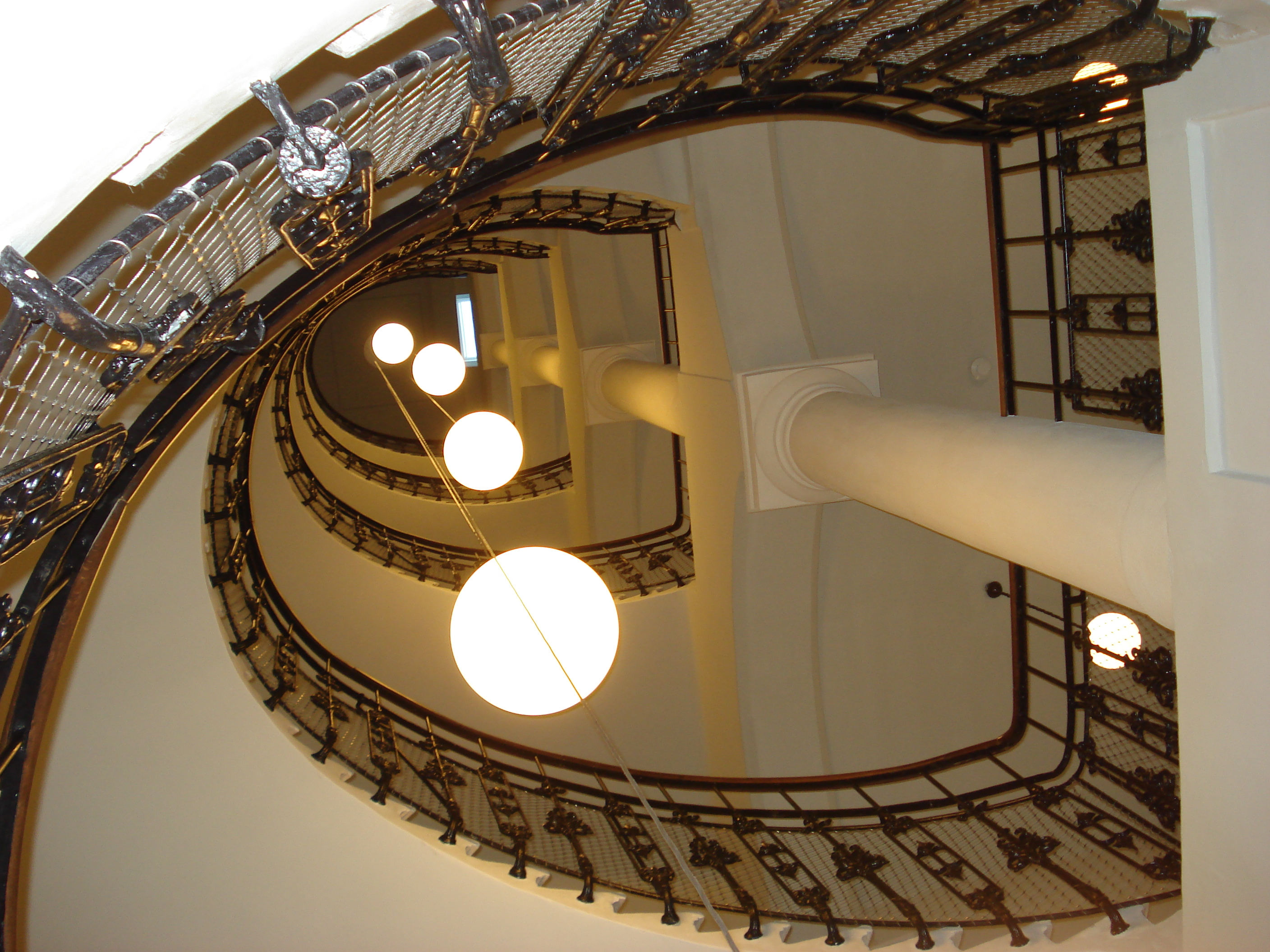
Stiege Hofkammerarchiv

Joseph II. veranlasste die Klosterauflösung, 1843–1846 erfolgten grundlegende Umbauten durch Paul Sprenger, der Trakt in der Johannesgasse für das Hofkammerarchiv. Das große Stiegenhaus hat Stufen aus Kaiserstein.

## Kaiserstein für Herzog Ferdinand von Sachsen-Coburg-Gotha-Cohary und sein Palais, das zweite Haus der Stadt

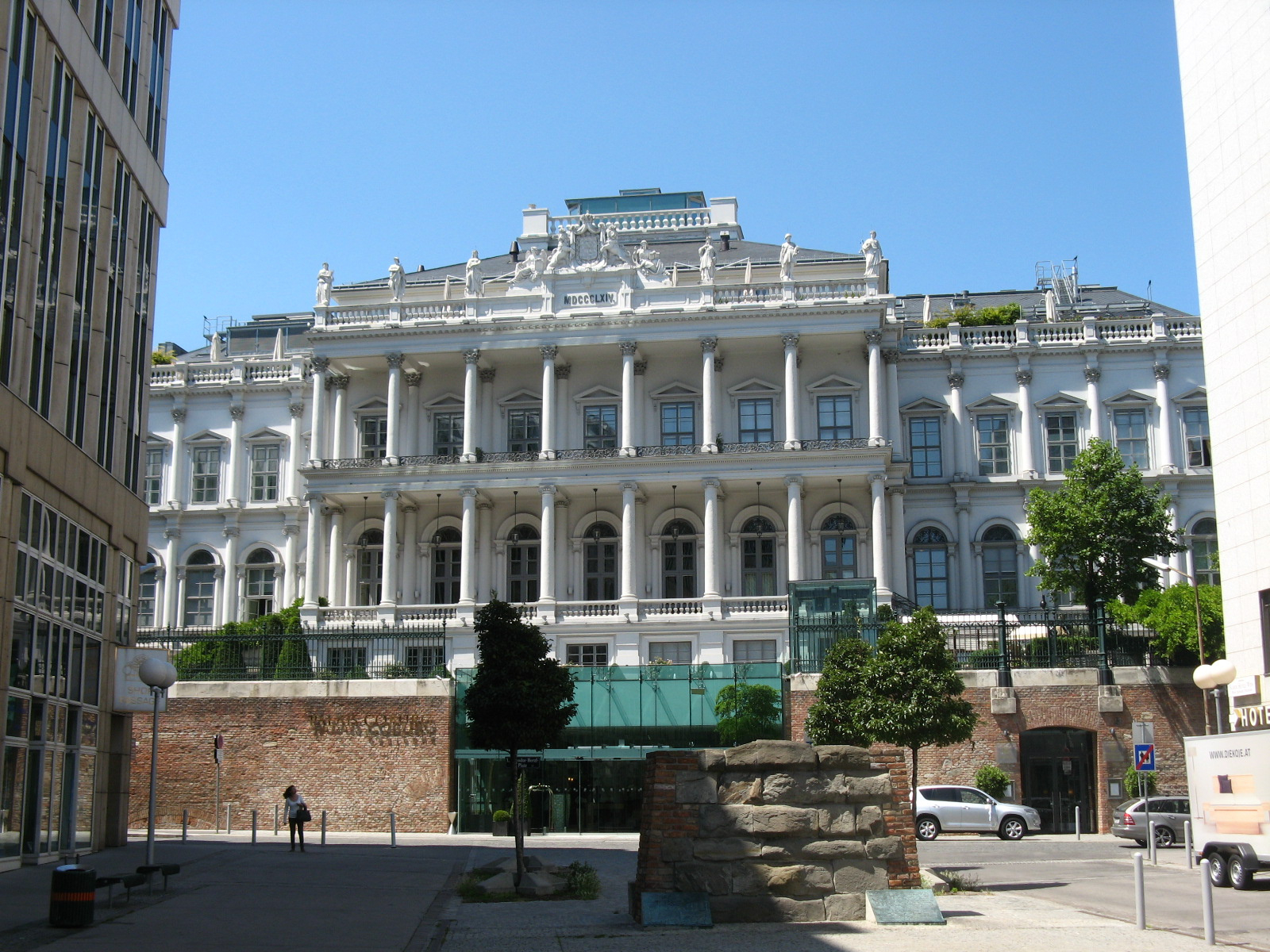
Palais Coburg
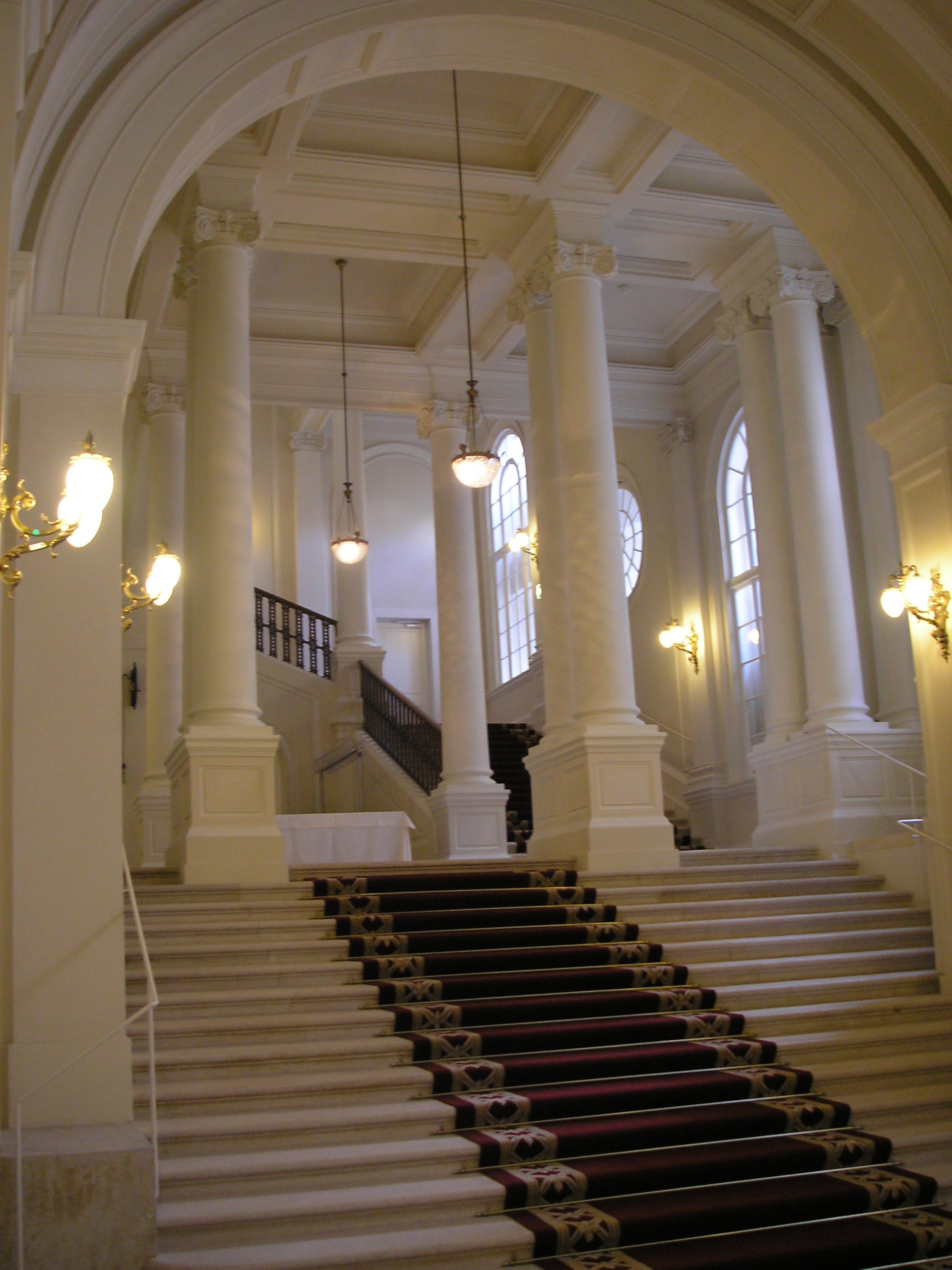
Feststiege im Palais Coburg
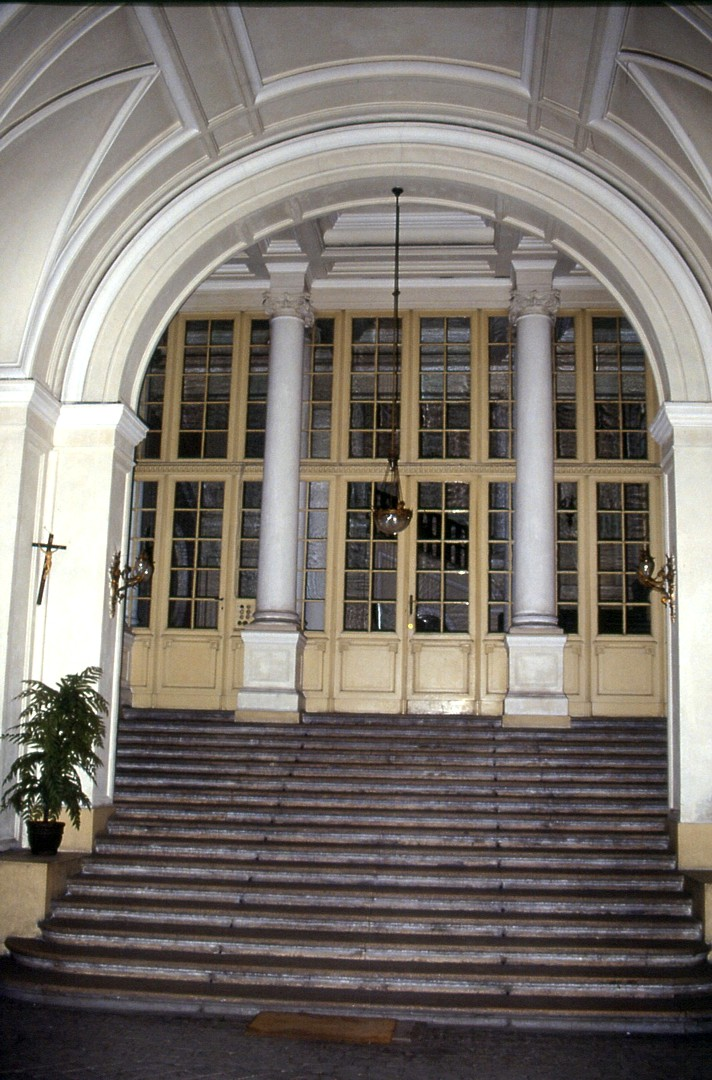

Nach Arrondierung eines älteren Besitzes wurde 1843–1847 auf der Höhe der Braunbastei nach Plänen von Karl Schleps für den Herzog von Sachsen-Coburg-Gotha-Cohary das heutige Palais erbaut. 1864, nach Schleifung der Bastei erhielt der Bau zur Ringstraße hin eine klassizistische Gartenfassade mit großer Säulenordnung.
- Die große Feststiege, mit sehr langen Stufen aus dem harten, weißen Kaiserstein. Eine kleinere Nebenstiege ebenso.

## Kaiserstein für den Austriabrunnen auf der Freyung in Wien
Der Austriabrunnen befindet sich auf der Freyung in der Inneren Stadt von Wien.
- Das Zentrum des Austriabrunnens ist eine Säule aus hartem, weißem Kaiserstein, die von einer Statue gekrönt ist. Dabei handelt es sich um die gekrönte Austria, das personifizierte Österreich, mit Speer und Schild in der Hand. Um die Säule stehen vier Allegorien der vier wichtigsten Flüsse des habsburgischen Reiches. Dabei handelt es sich um die Elbe, die Donau, die Weichsel und den Po, die jeweils in unterschiedliche Meere – die Nordsee, das Schwarze Meer, die Ostsee und Adria entwässern und so die zentrale Stellung des Habsburgerreichs in Europa symbolisieren sollen.

Der Austriabrunnen wurde im Jahre 1844 vom Münchner Bildhauer Ludwig Schwanthaler entworfen und bis 1846 in München von Ferdinand von Miller gegossen. Lediglich das aus vier Halbzirkeln (Vierpass) geformte Becken wurde in Wien aus Mauthausner Granit hergestellt.

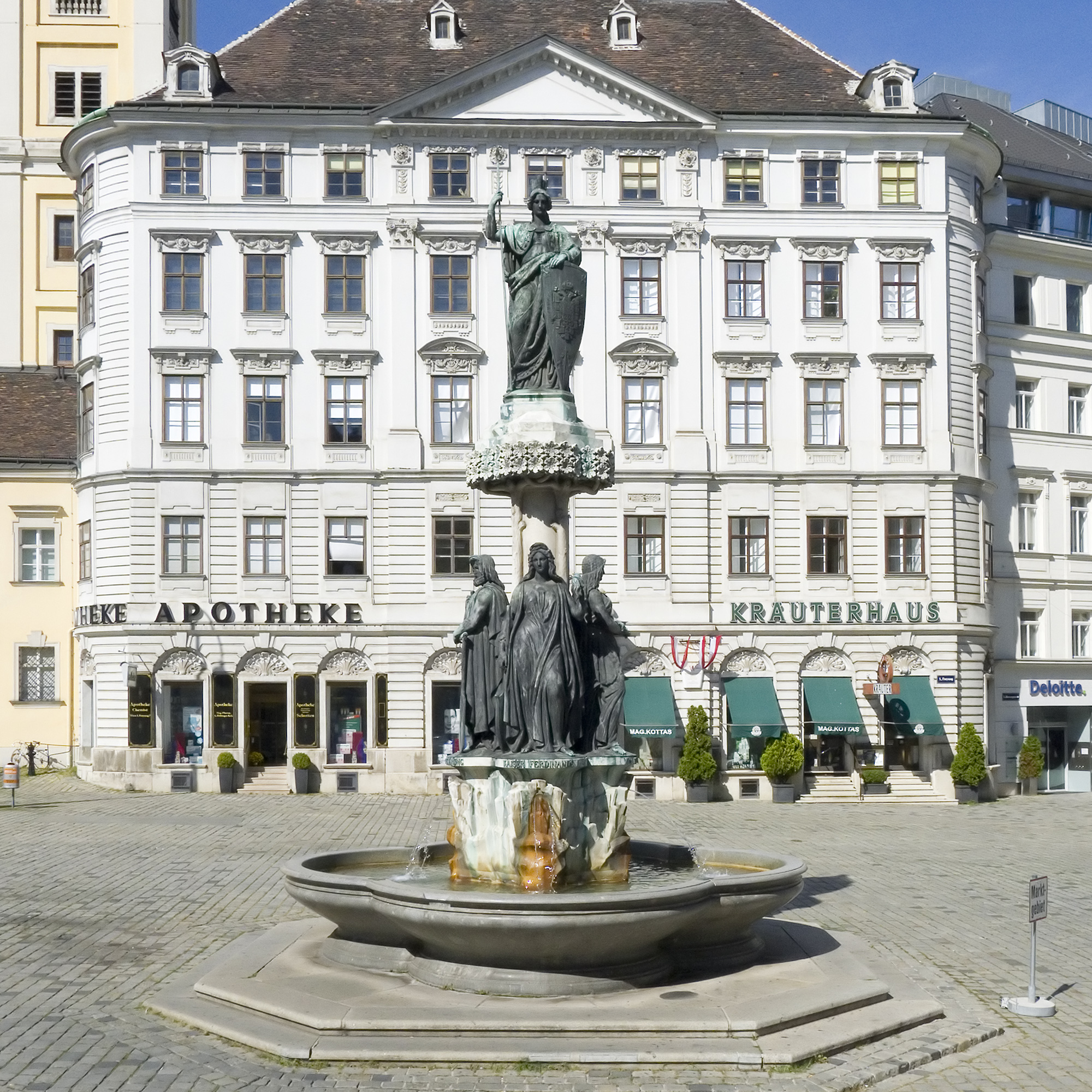
Austriabrunnen auf der Freyung
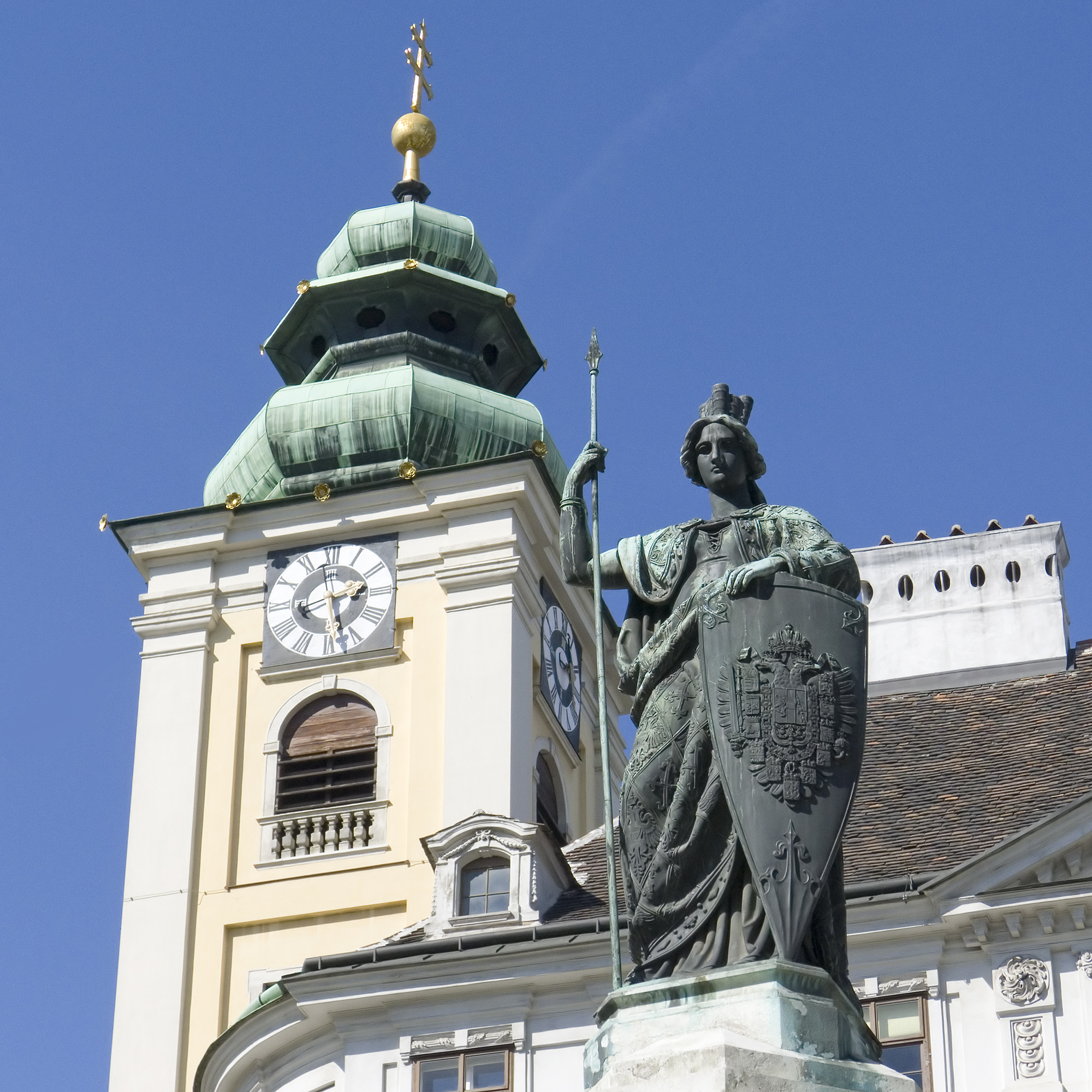
Die Austria vor der Schottenkirche
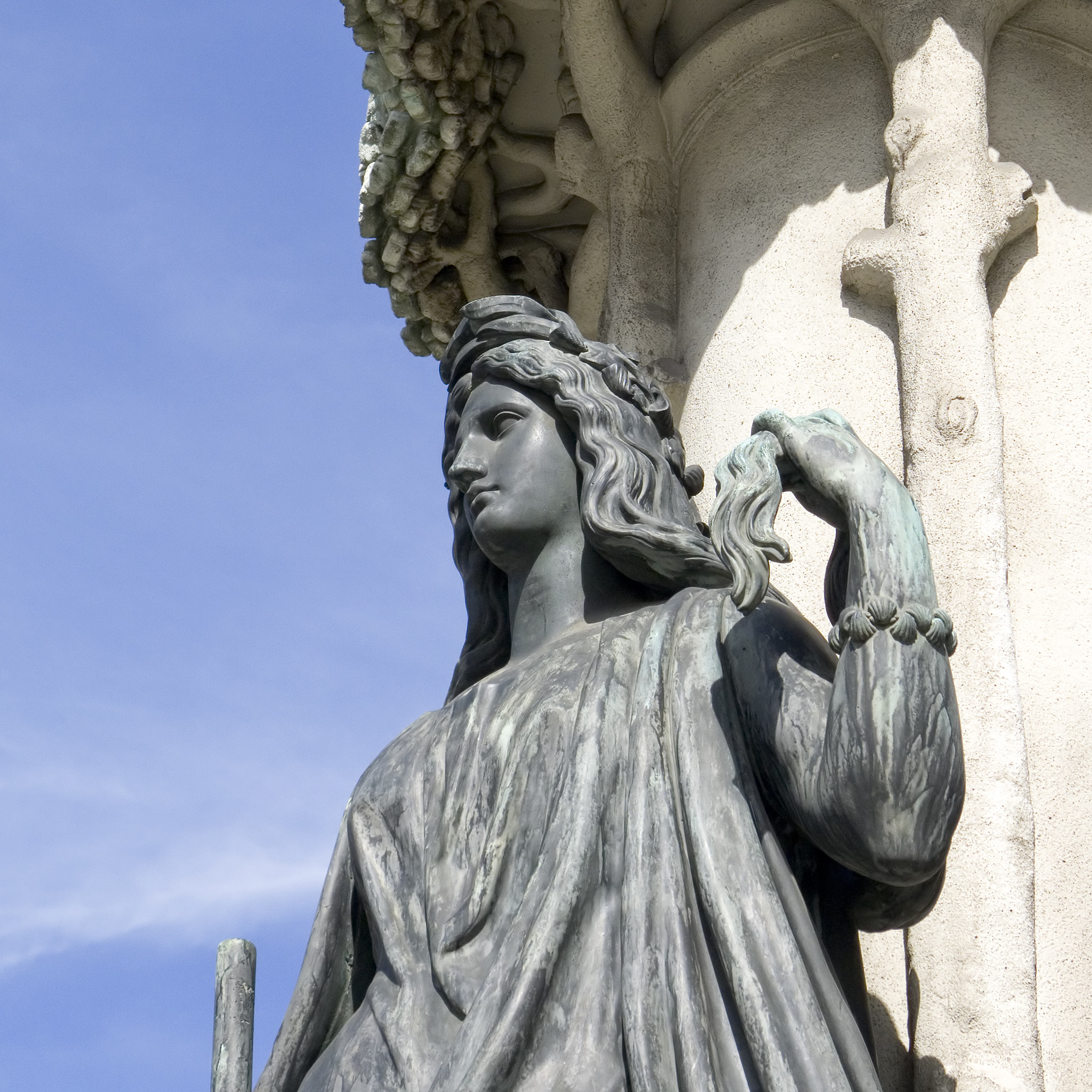
Allegorische Figur, Detail
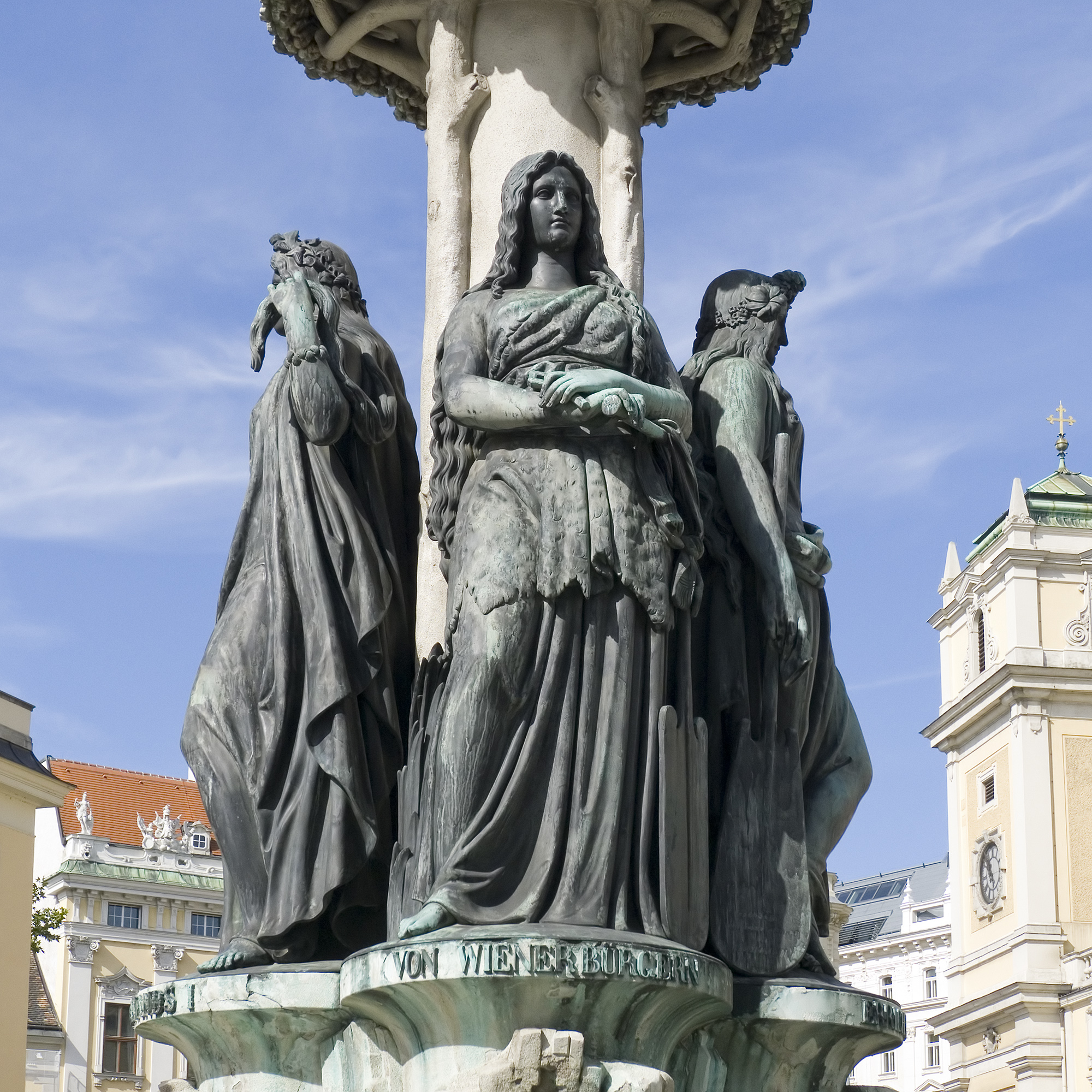
Mittelteil Richtung Westen
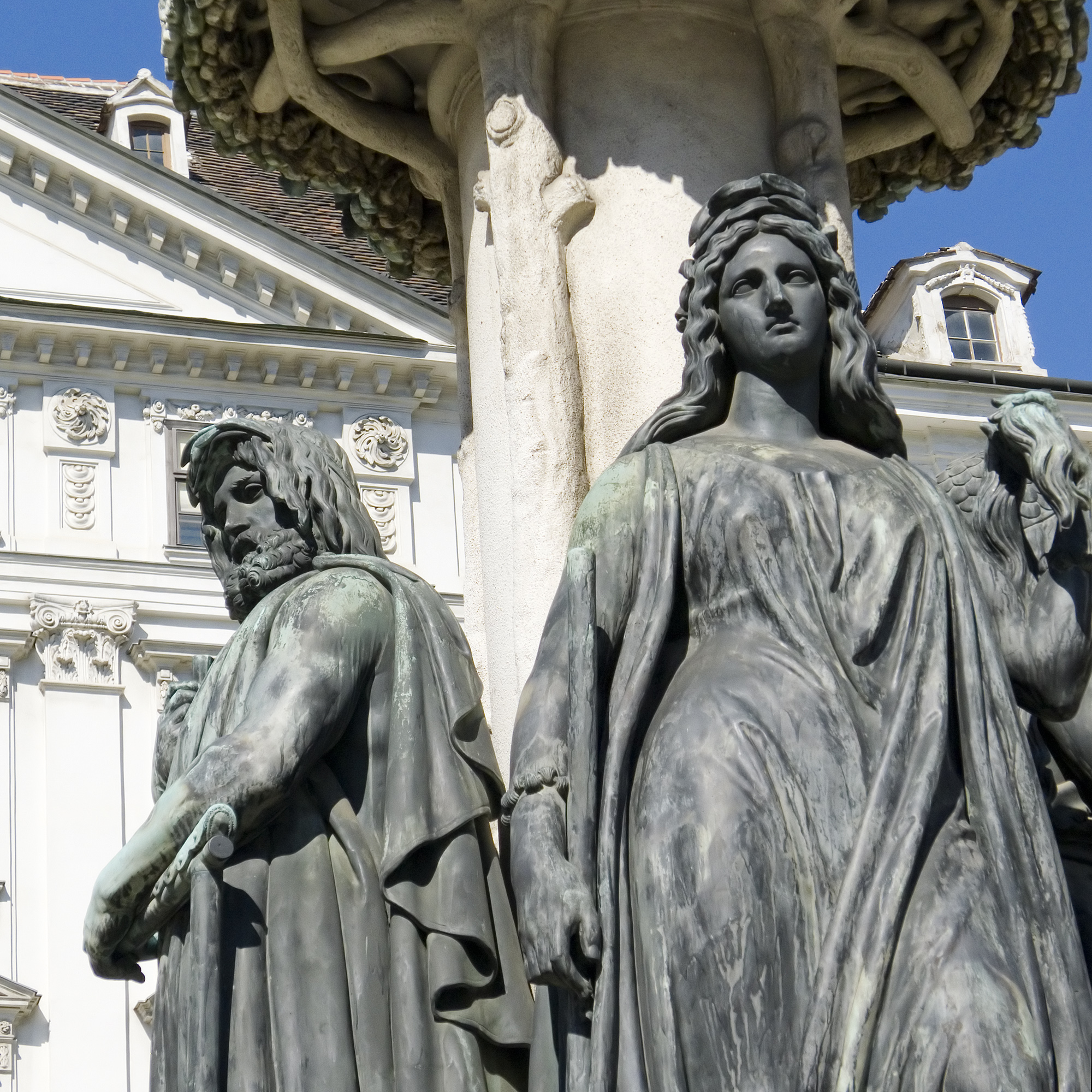
Mittelteil Richtung Norden

## Kaiserstein für August Ferdinand Breuner-Enckevoirth das romantisch historistische Schloss Grafenegg
Die Geschichte begann 1294, Urkunde für eine Hofstätte und eine Mühle mit Mauer und Graben. Den Namen „Grafeneck“ erhielt die Herrschaft 1450 durch den aus Schwaben stammenden Ulrich von Grafeneck, er war oberster Feldhauptmann von Kaiser Friedrich III. in Österreich. Ab 1645 erhielt das Schloss dann jene Form, die auch heute noch teilweise erhalten ist: der Ausbau zu einer Vierflügelanlage mit Mauer, Graben, Wallhäusern, Toranlage und 2 zwiebelförmigen Türmen.
Unter Ferdinand Paul Ludwig Graf Breuner-Enckevoirth, Graf von Asparn, … erfolgte von 1845 bis 1872 der Ausbau der vorhandenen Bauten zu einer romantisch-historistischen Anlage, dem Schloss Grafenegg, unter der Leitung des Wiener Dombaumeisters Leopold Ernst, Mitarbeit Sohn Hugo Ernst und Ludwig Wächtler.

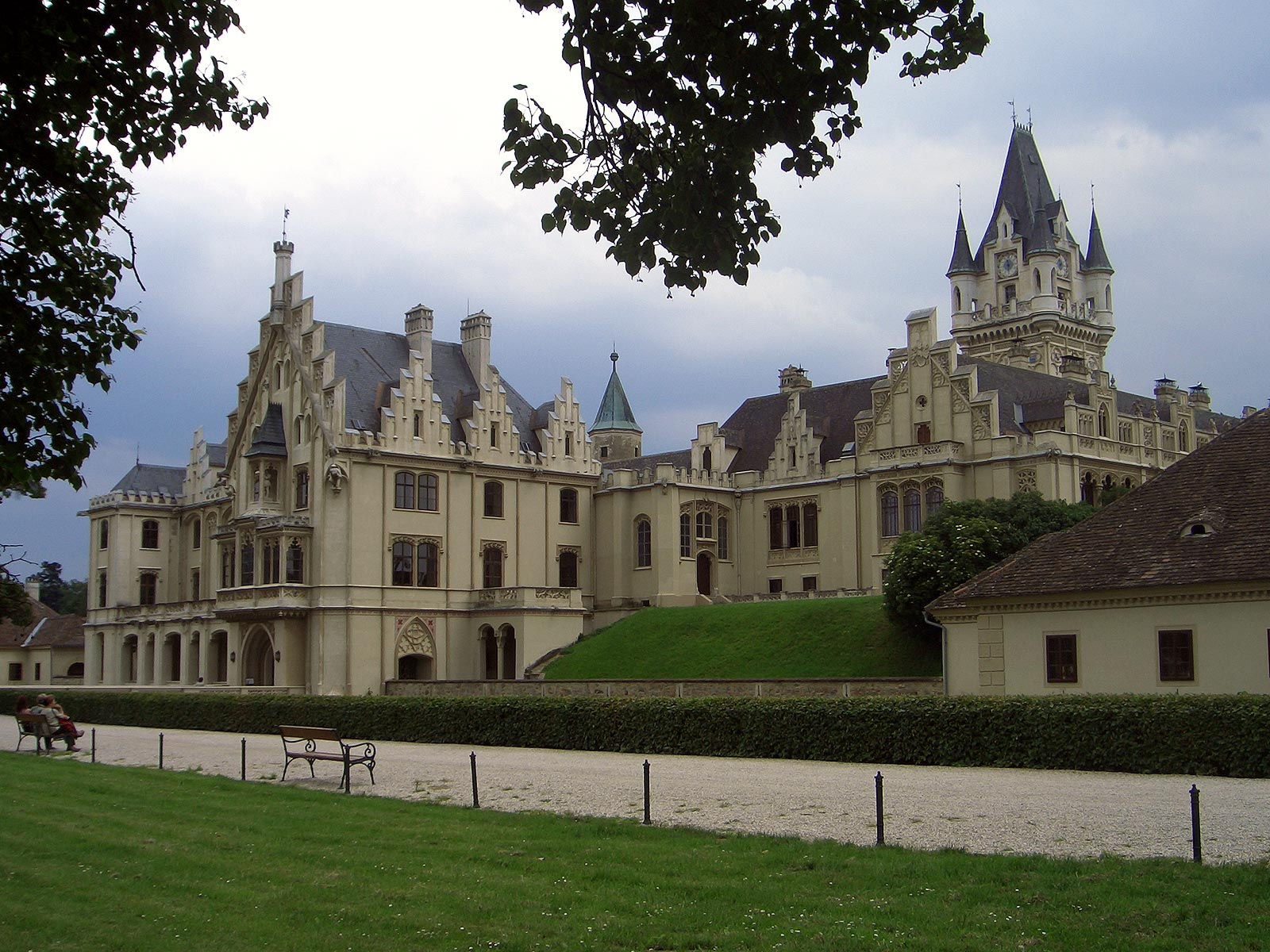
Schloss Grafenegg
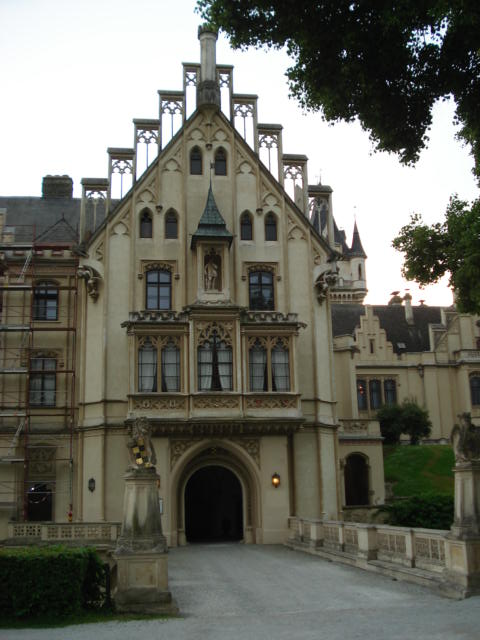
Brücke zum Eingang
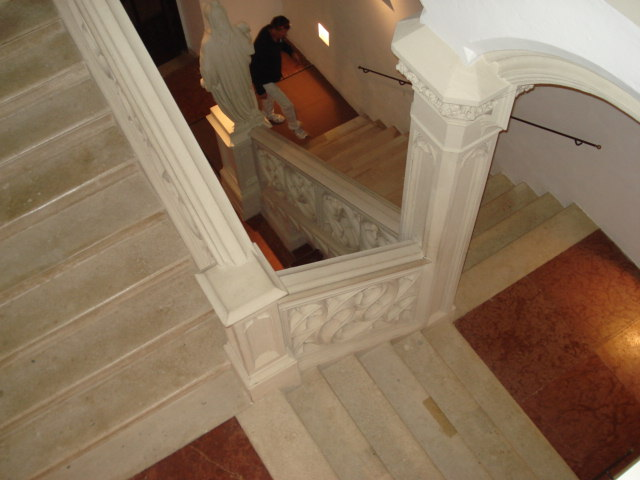
Hauptstiege Kaiserstein
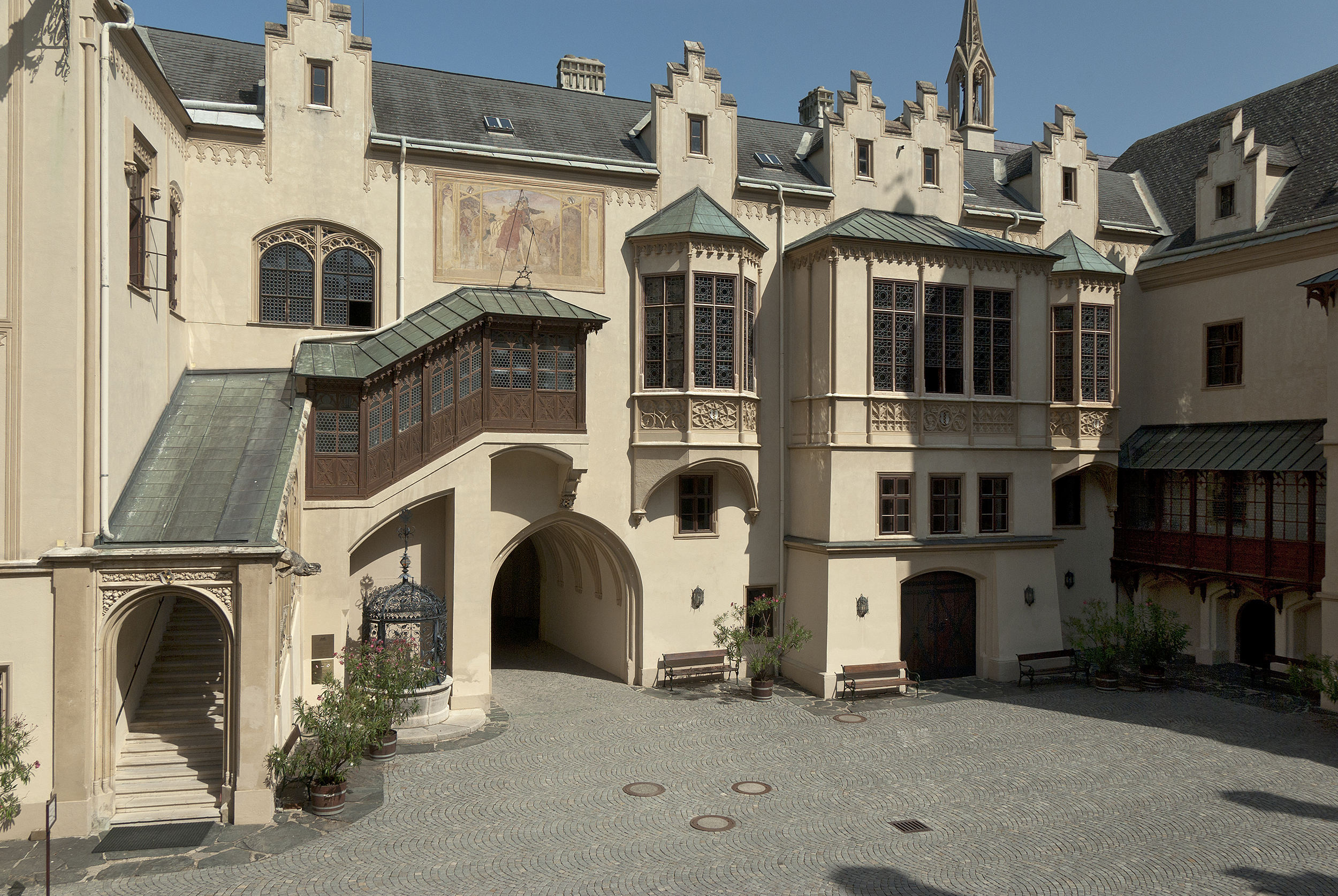
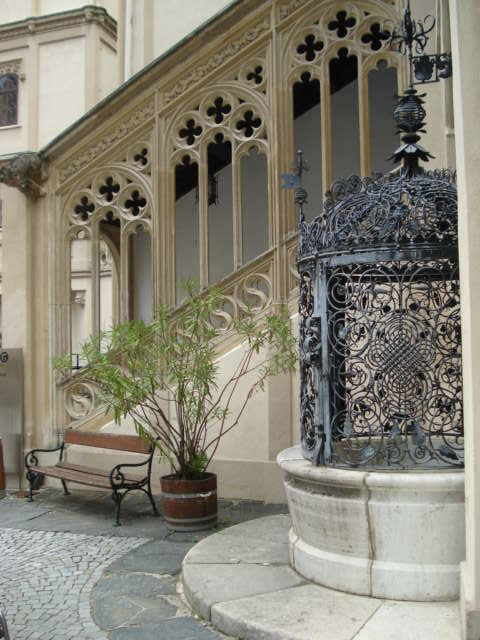
Brunnen und Hofstiege, beides mit Kaiserstein
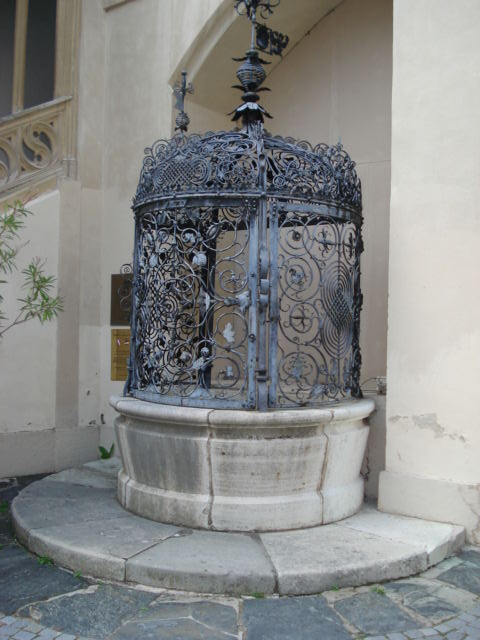
Brunnenbecken 1570

Messingtafel beim Brunnen:
Dieser Brunnen, der mit „1570“ signiert ist, befand sich ursprünglich im Hofe des Niederösterreichischen Landhauses in Wien. 1837 kam er in den Besitz des Malers Friedrich Amerling und durch diesen an Graf Breuner, der das schmiedeeiserne Brunnengehäuse hier aufstellen ließ.
Der Brunnen wurde von der russischen Besatzungsmacht dem Niederösterreichischen Landesmuseum in Wien überlassen.
1997 dank der großzügigen Rückgabe-Bereitschaft von Herrn Landeshauptmann Dr. Erwin Pröll wieder an seinen alten Platz zurückgekehrt.
Das Brunnenbecken besteht aus hartem, weißem Kaiserstein. (Wie auch: Schweizerhofbrunnen in der Hofburg 1552, Brunnenbecken im Schloss Neugebäude 1570)

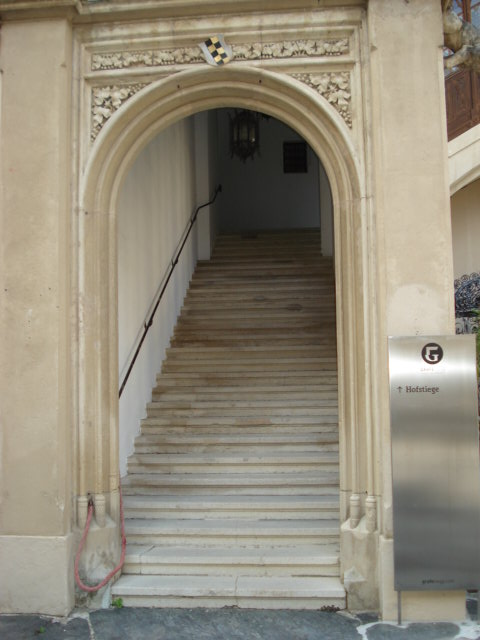
Eingang zur Hofstiege
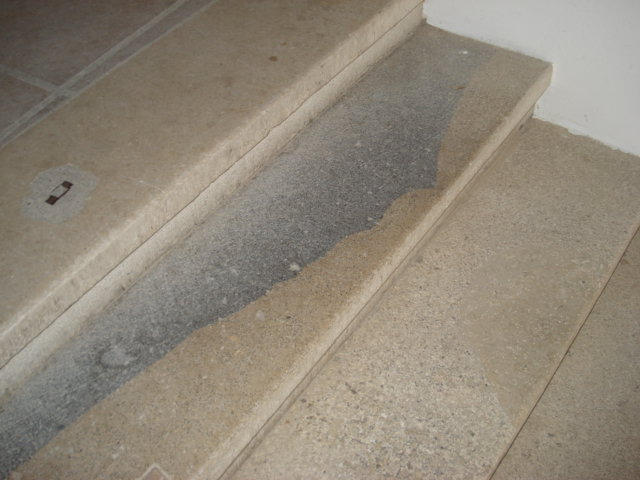
Hofstiege mit Kaisersteinstufen
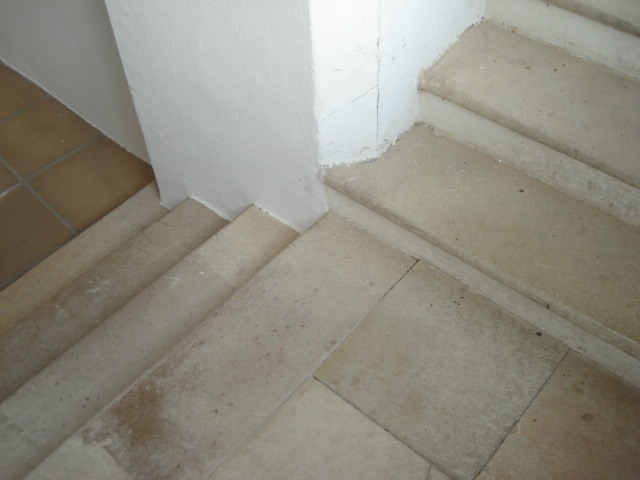
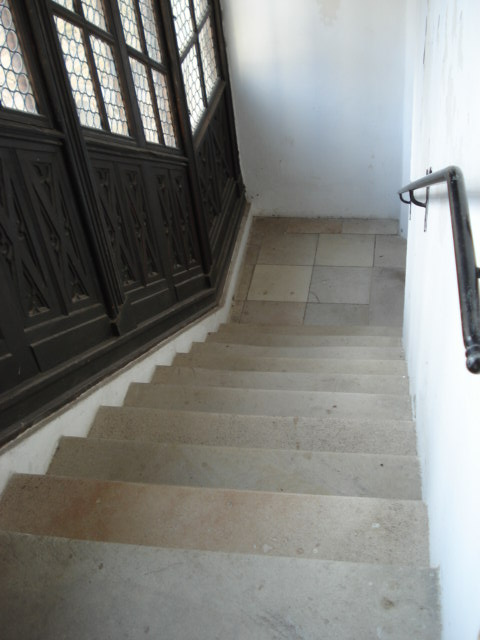
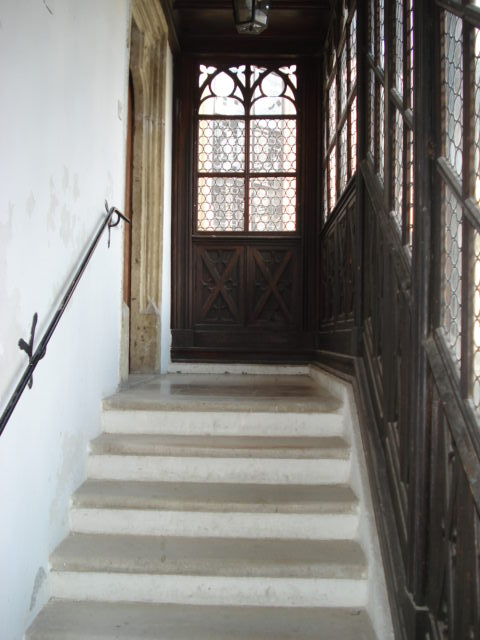
Ende der Hofstiege
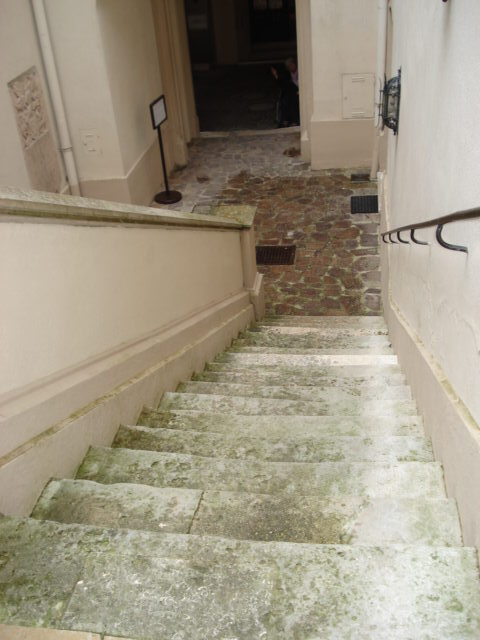
Stiege im Kapellenhof
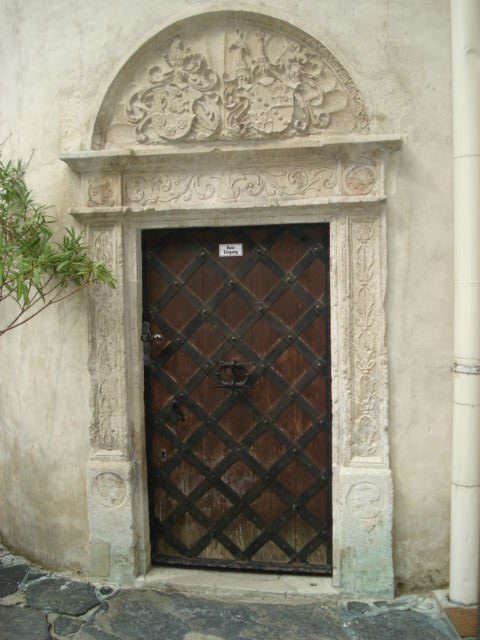
Ädikulaportal 16. Jahrhundert

## Kaiserstein für den Großen Federlhof, einst das erste Renaissancebauwerk in Wien

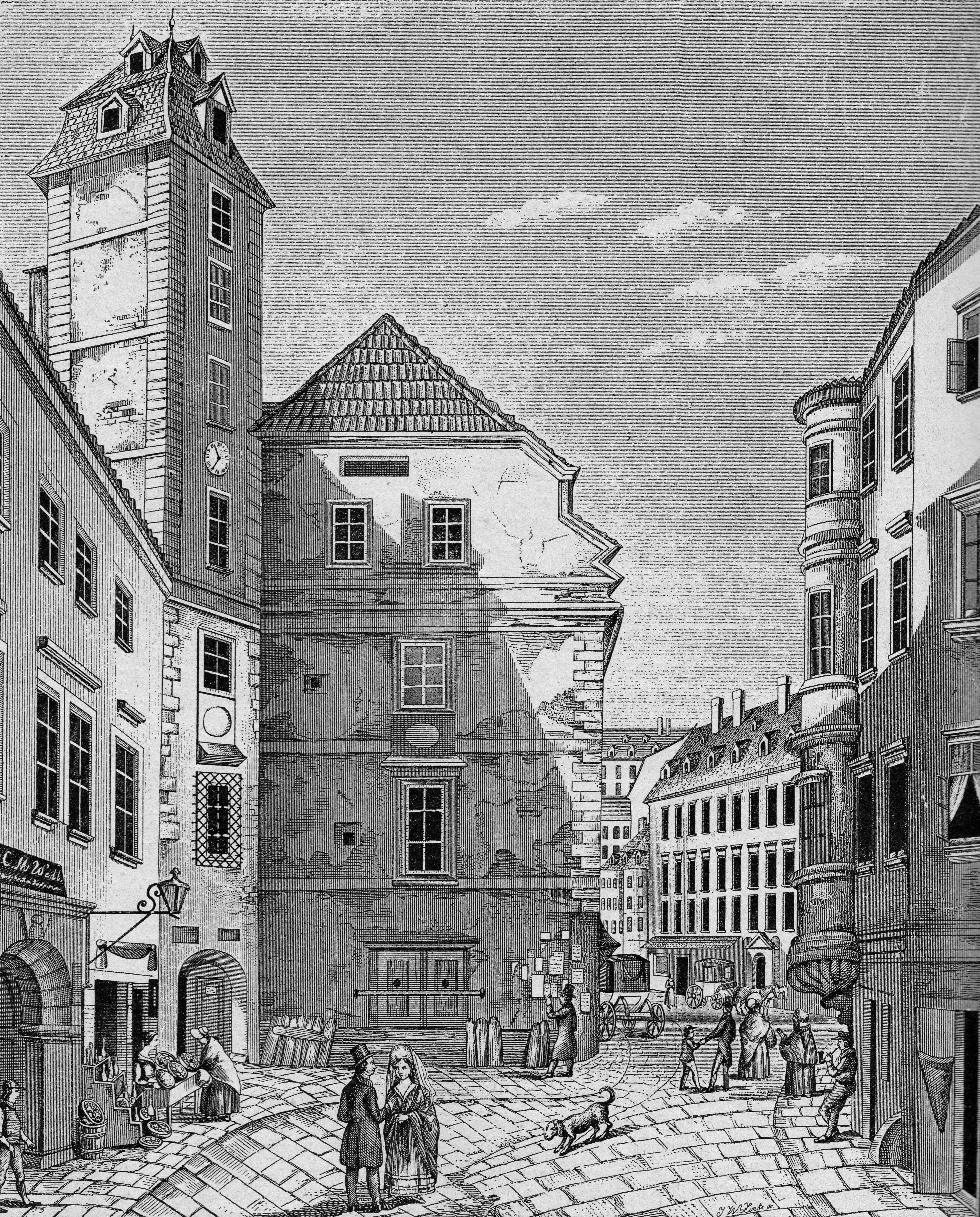
Der Große Federlhof, von der Bäckerstraße aus gesehen
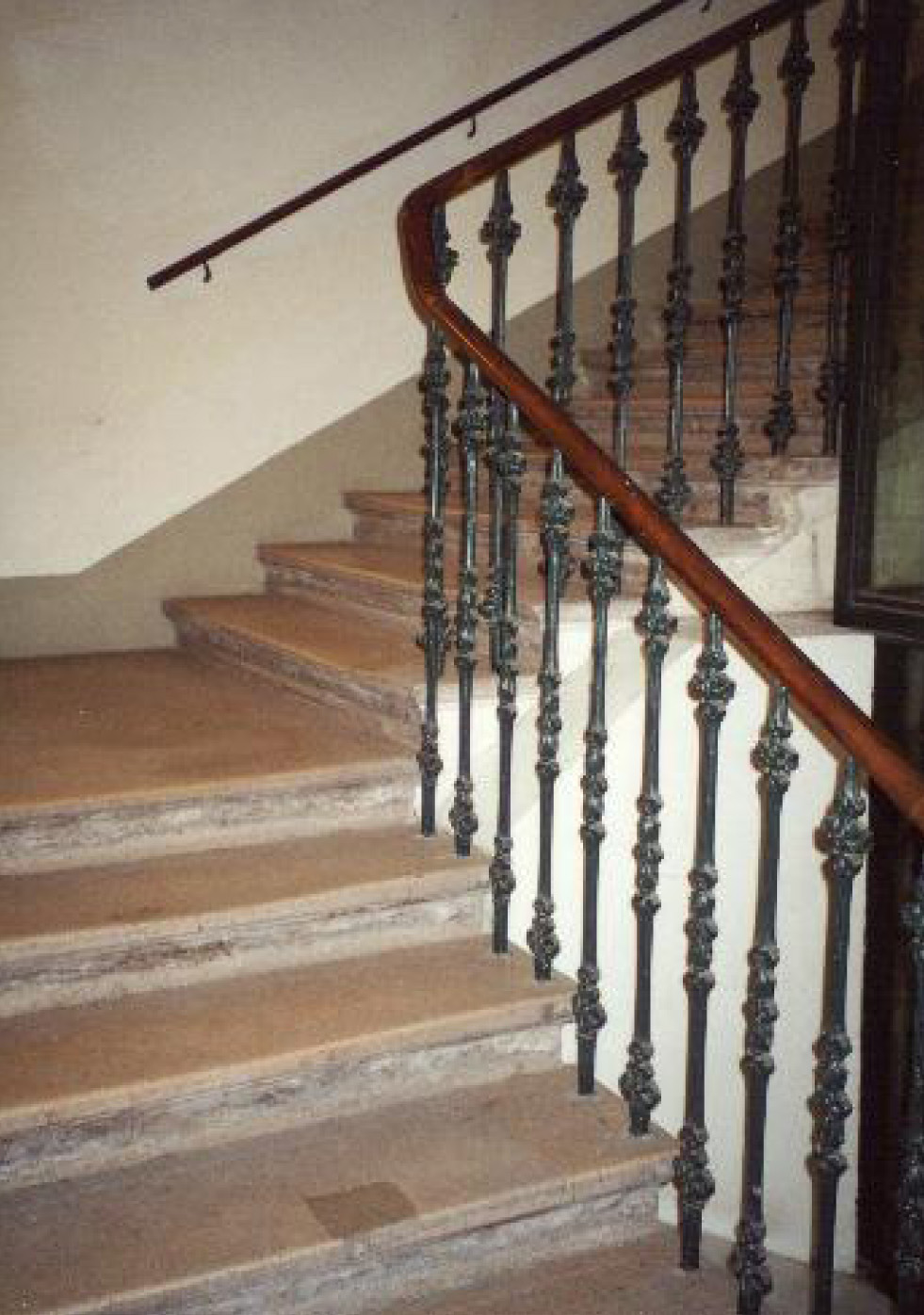
Stiege
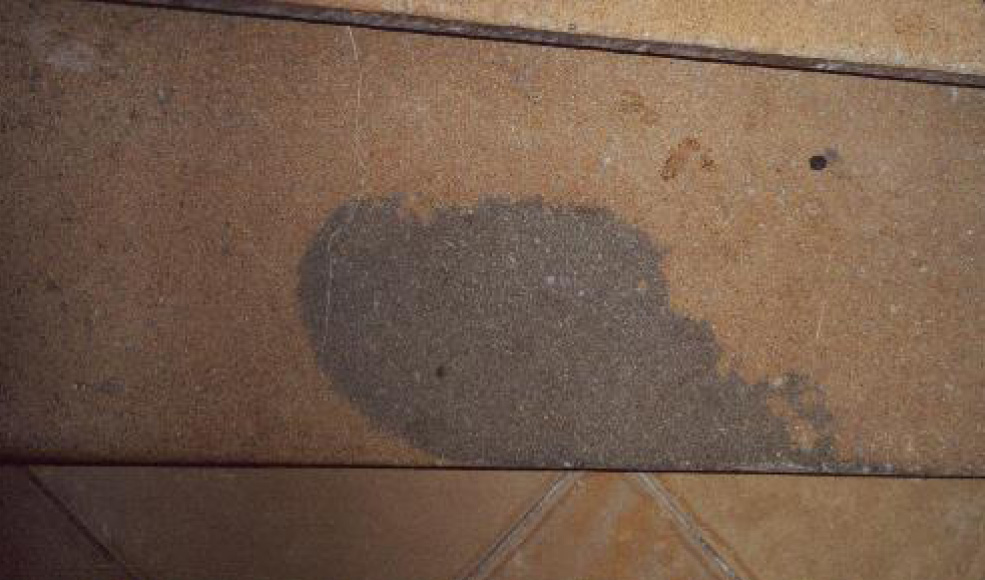
Mit Kaisersteinstufen

Der Große Federlhof war ein wahrzeichenhaftes Gebäude mit hohem Turm in Wien, Innere Stadt, das 1845 abgerissen wurde. Es befand sich am Lugeck und erstreckte sich vom Beginn der Bäckerstraße bis zur Rotenturmstraße. Aus dieser Zeit sind noch Reste im Hausflur erhalten, Wappen und Marienkrönung.
Georg Simon Freiherr von Sina ließ den Federlhof 1845 demolieren und 1846/1847 von Leopold Mayr durch einen großen Neubau ersetzen. 1860 war das neue Gebäude Sterbehaus von Carl Ritter von Ghega. Das heutige Gebäude stammt von Franz Neumann, 1897.
Beidseitig der Eingangshalle große Stiegenhäuser mit Stufen aus Kaiserstein mit blauen Einsprengungen.

## Kaiserstein für die ehem. NÖ-Landeshauptmannschaft, jetzt das Außenministerium
Die Niederösterreichische Statthalterei wurde 1846/47 von Paul Sprenger erbaut. Das Amtsgebäude mit 2 Höfen zum Minoritenplatz, die Fassade weist Stilelemente der Renaissance auf. Bis 1997 war hier der Sitz der Niederösterreichischen Landesregierung. Die Beamten übersiedelten in die neue Hauptstadt St. Pölten. Ab 2000 erfolgte eine Renovation und Umgestaltung zum Sitz des Bundesministeriums für Auswärtige Angelegenheiten.

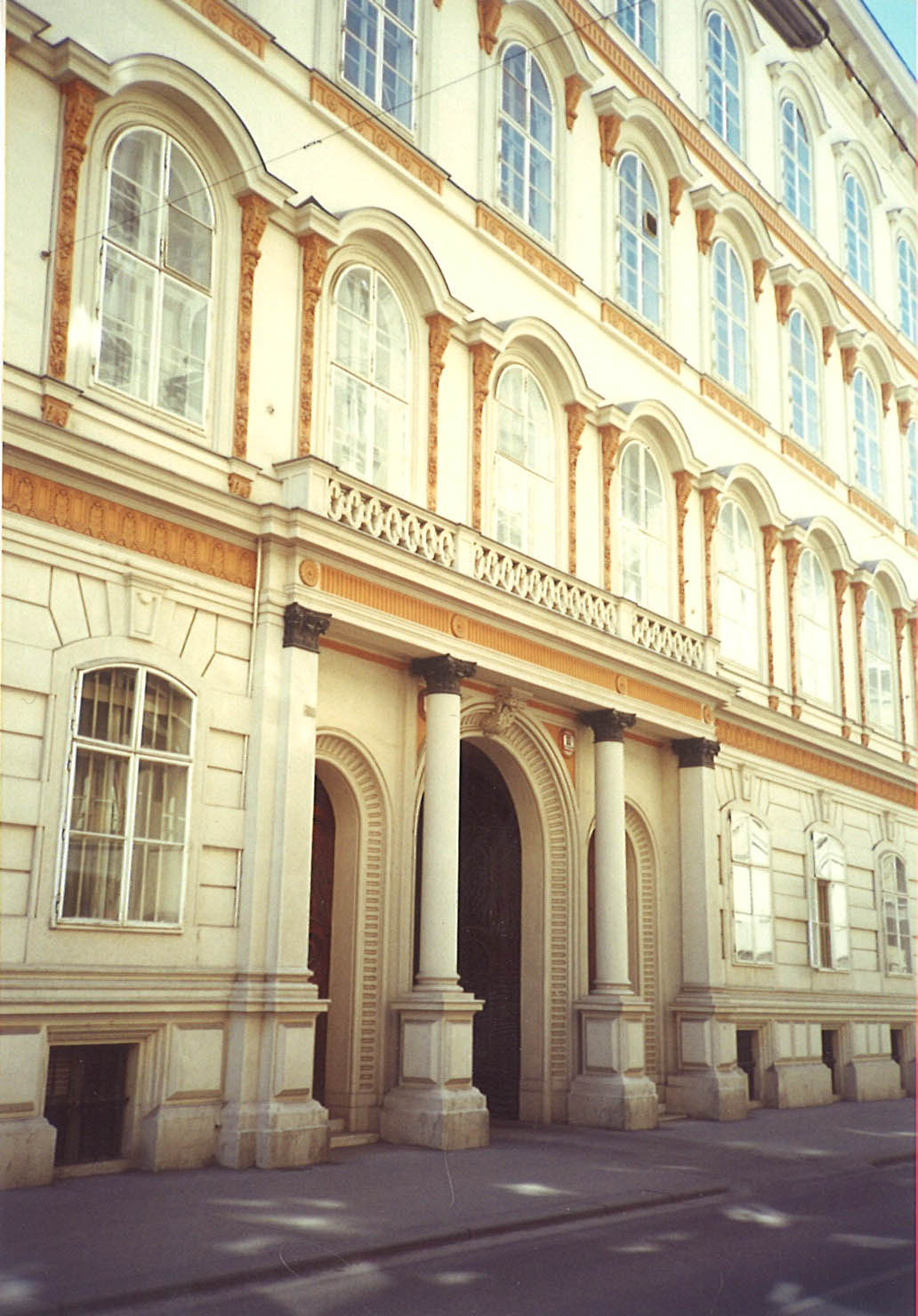
Herrengasse 11
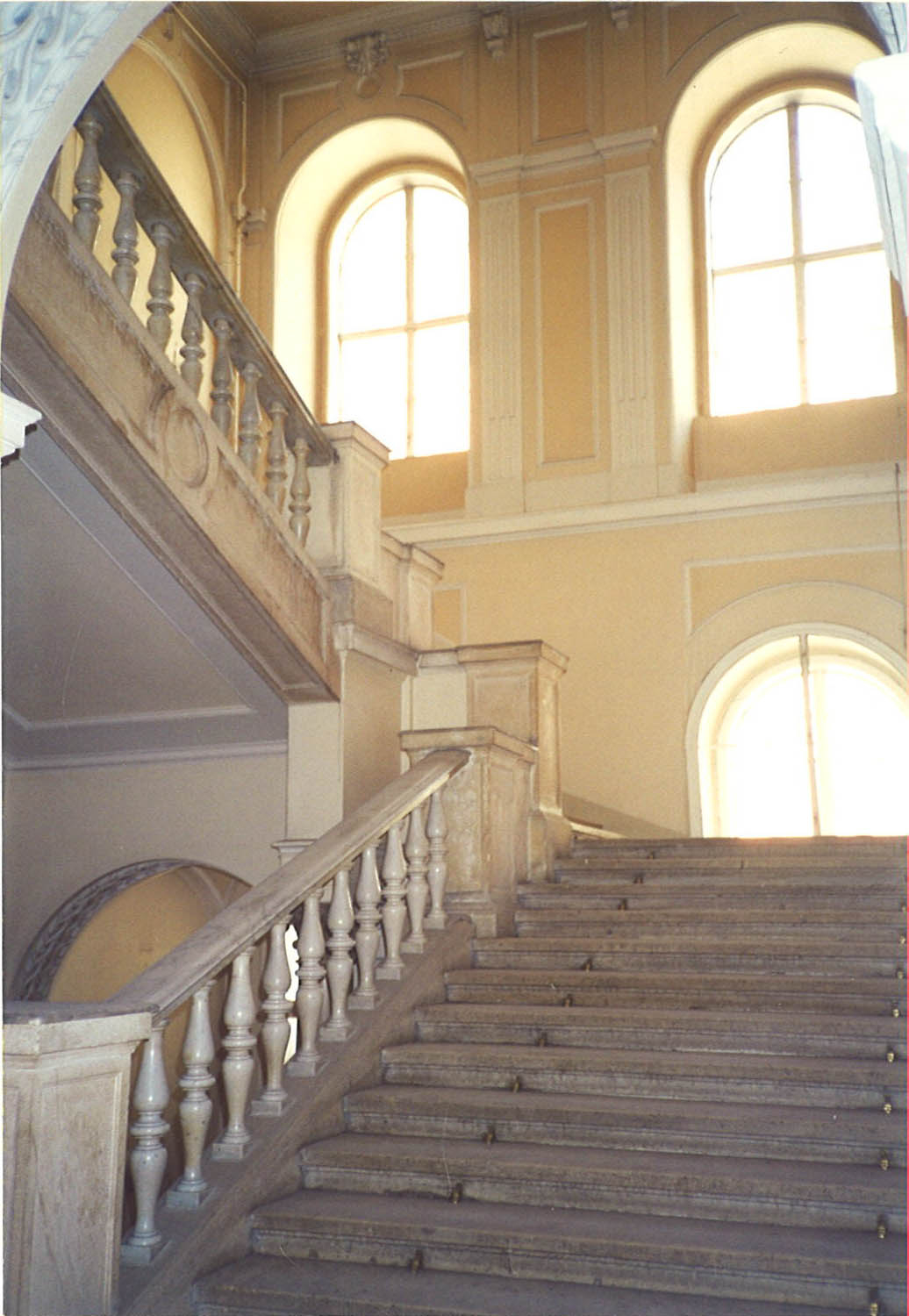
Große Stiege
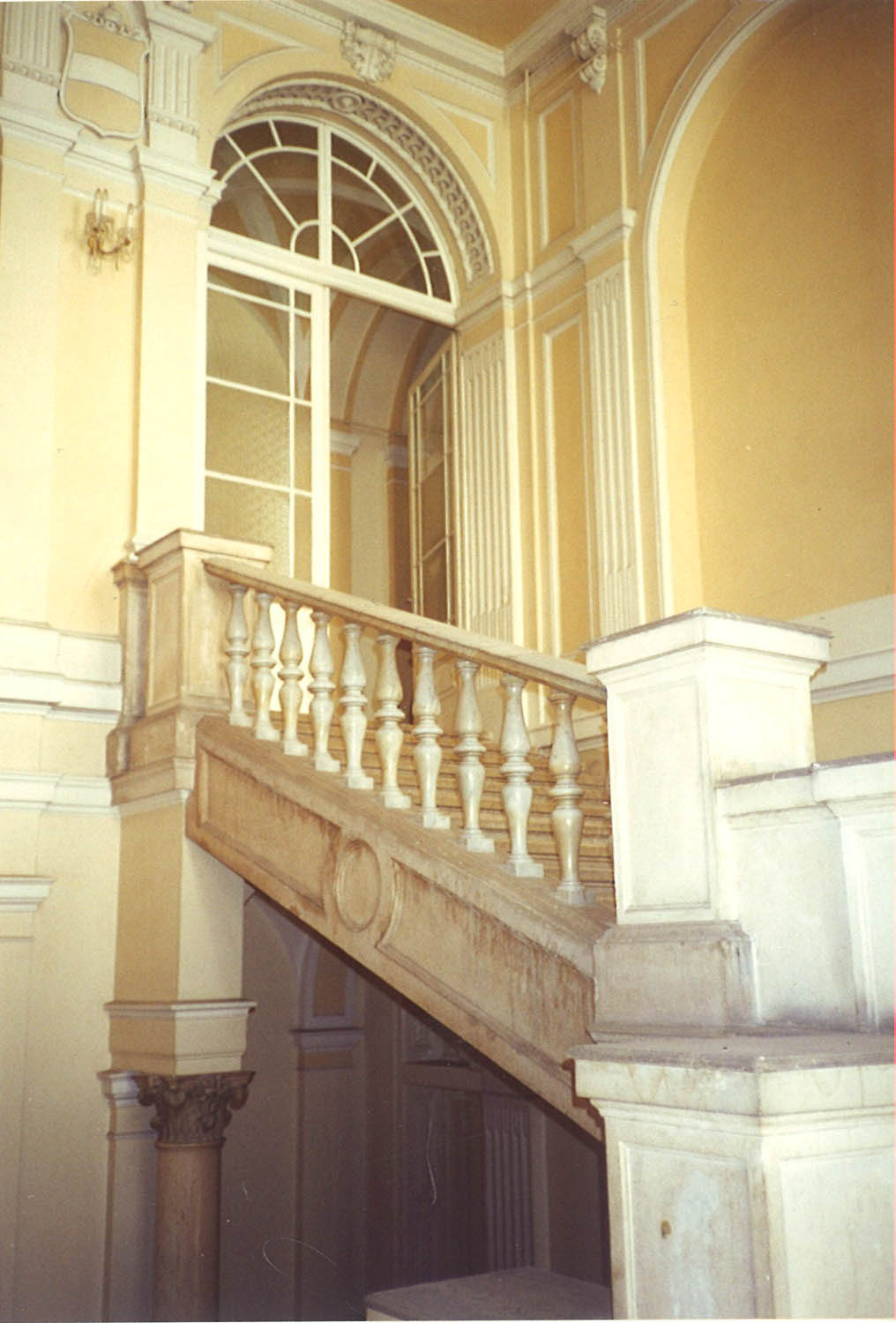
Detail der Stiege
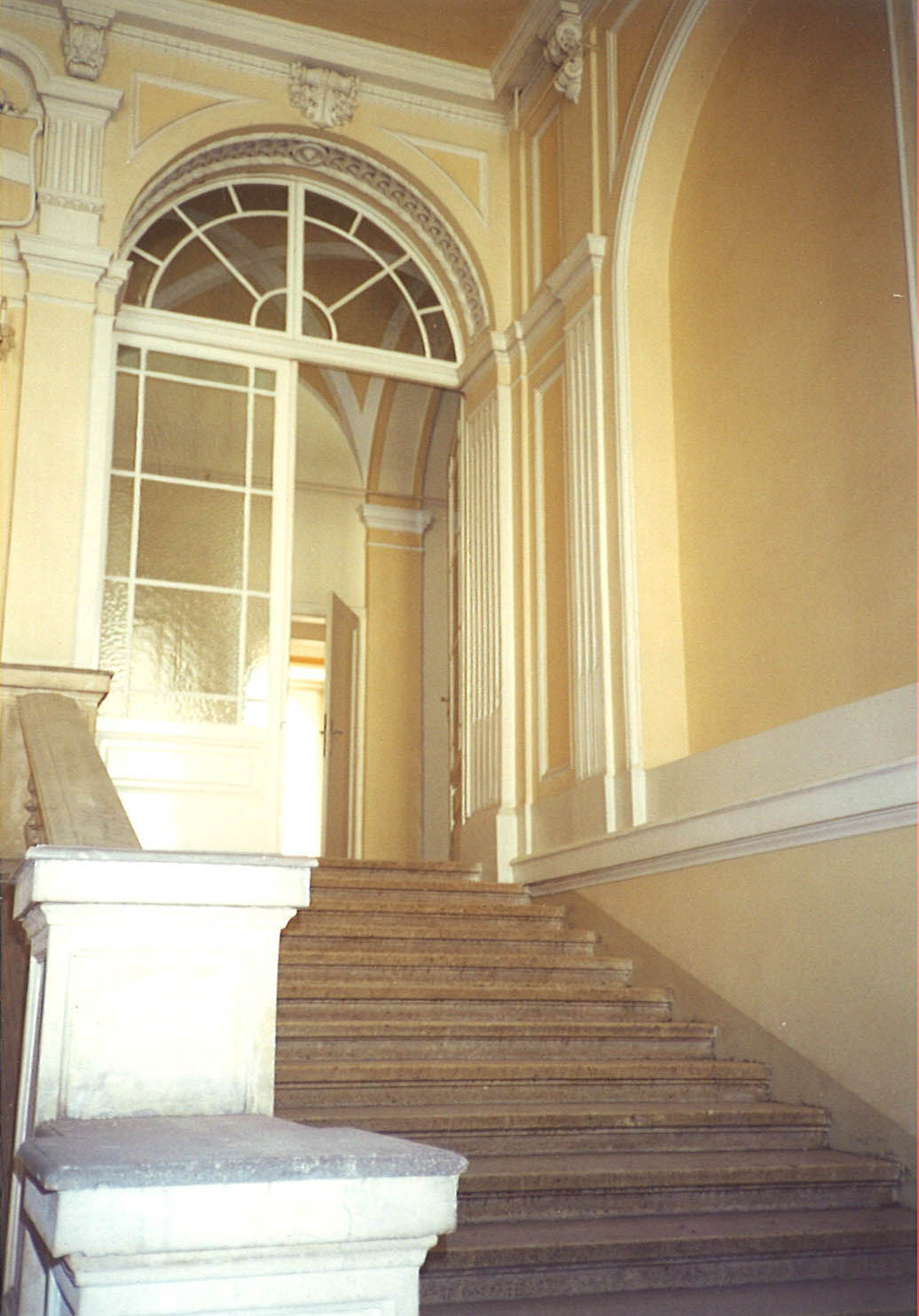
Ende der Stiege

Großes Treppenhaus mit Stufen aus Kaiserstein.

## Kaiserstein für Staatskanzler Fürst Metternich, in seinem Winterpalais am Rennweg
Der Staatskanzler Fürst Clemens Wenzel Lothar von Metternich besaß in der Stadt kein Palais, sondern benützte von 1810 bis 1848 eine Dienstwohnung in der Staatskanzlei (Bundeskanzleramt). Sein „Winterpalais“ wurde 1846–1848 nach den Plänen der Architekten Johann Romano und August Schwendenwein erbaut.

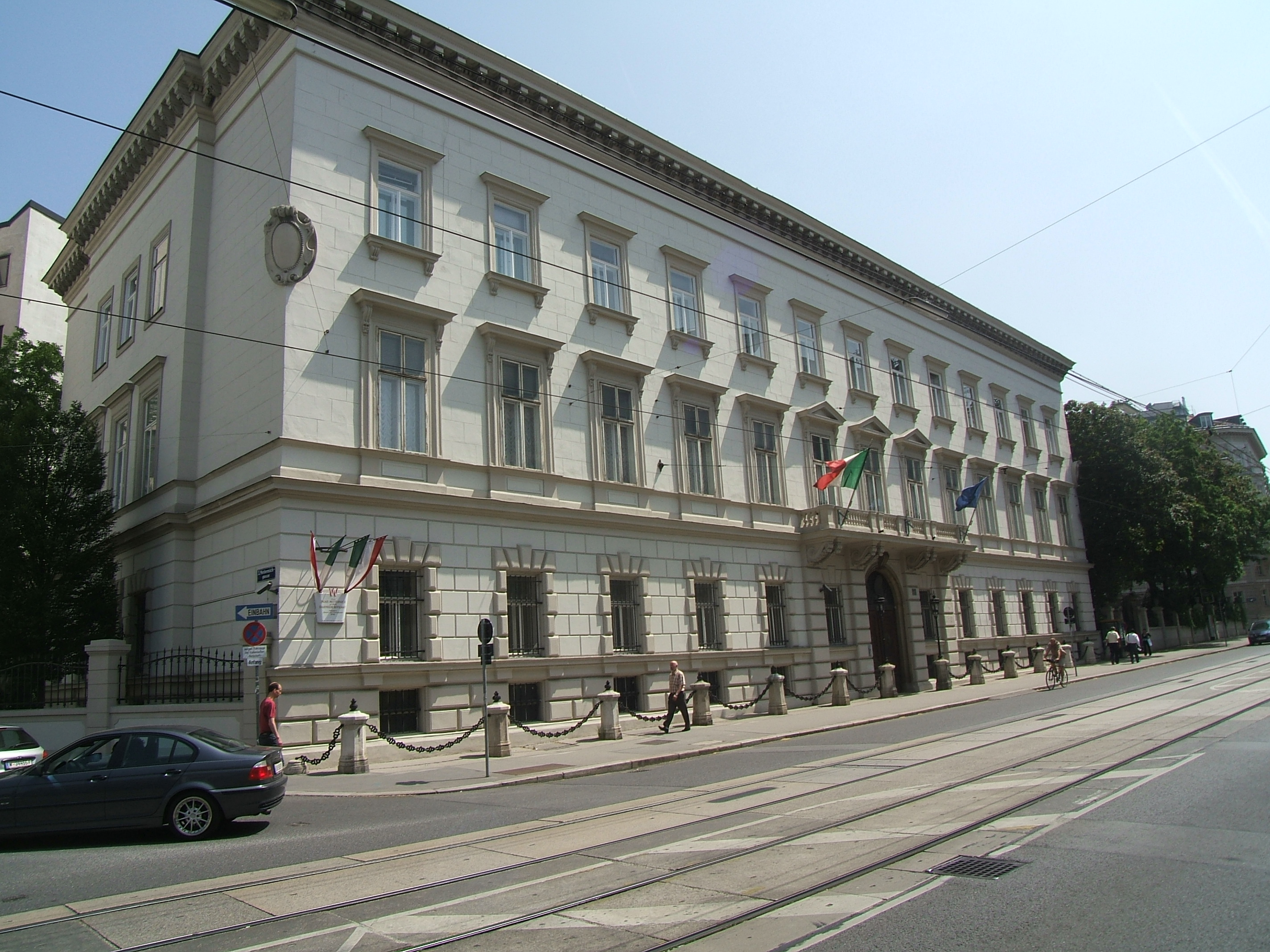
Palais Metternich
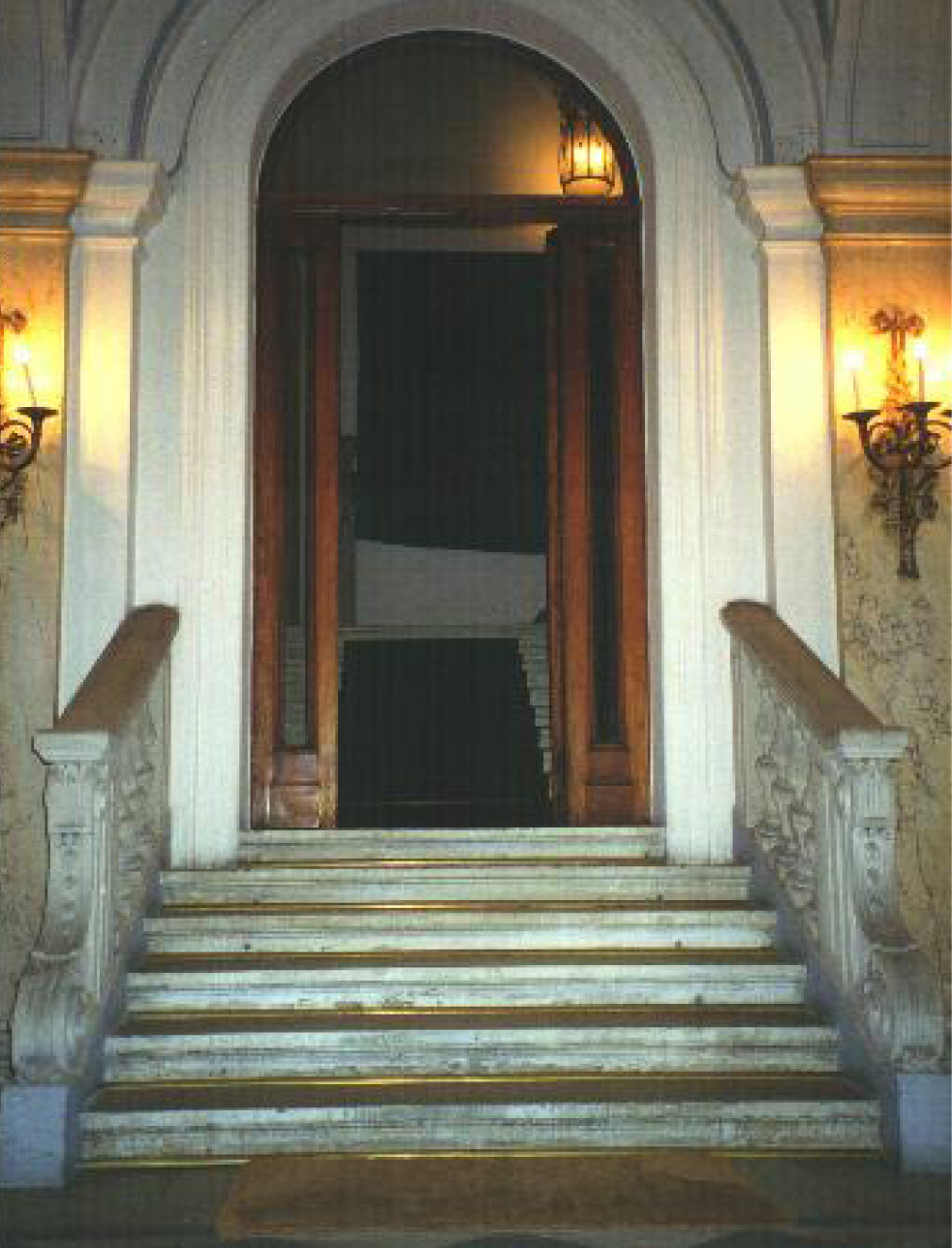
Antritt
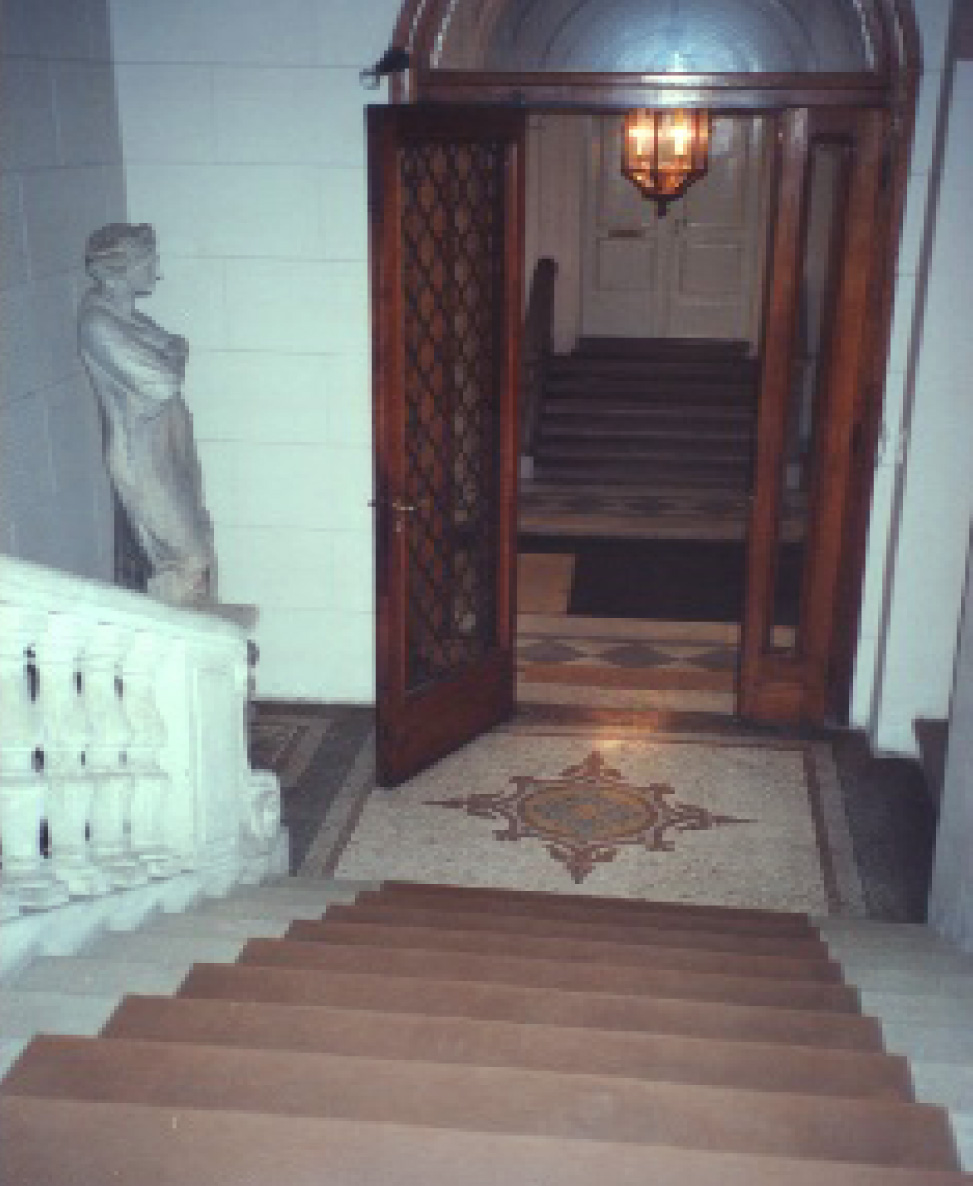
Stiege mit weißen Kaisersteinstufen
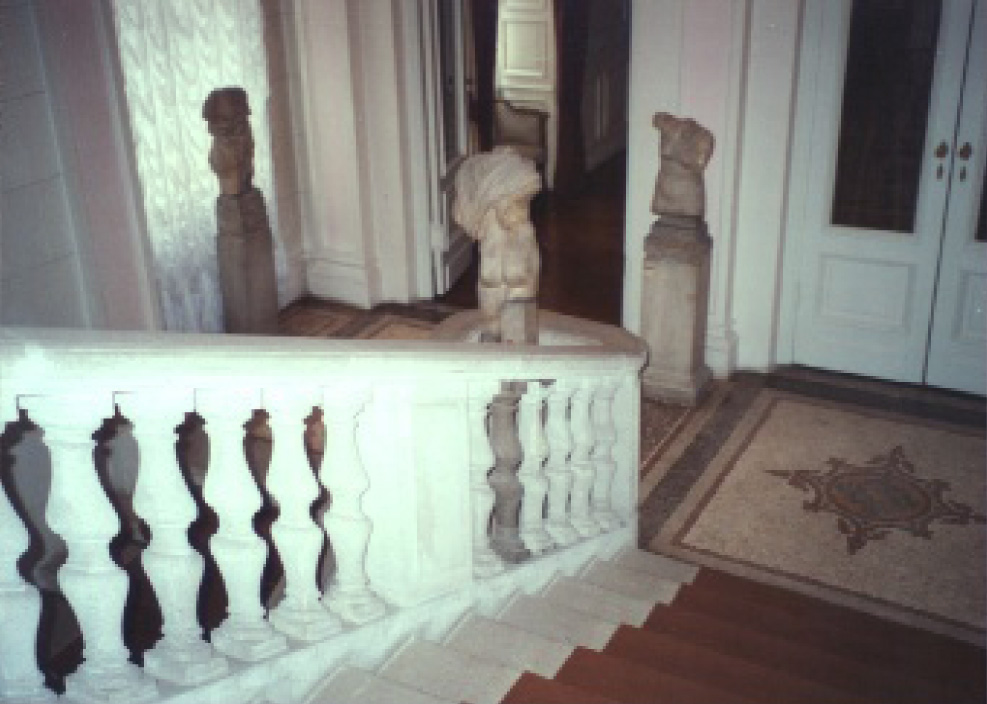
Hauptstiege mit weißem Kaiserstein

Die Architekten leiteten in Anlehnung an die italienische Renaissance eine neue Orientierung im Wiener Historismus ein. Das ehemalige Palais Metternich wurde 1908 die Botschaft Italiens. Im Stiegenhaus eine gerade zweiläufige Treppe mit Stufen aus hartem weißen Kaiserstein und steinernem Balustradengeländer.

## Kaiserstein für Reichsgraf Maximilian Hardegg, für sein Palais Hardegg

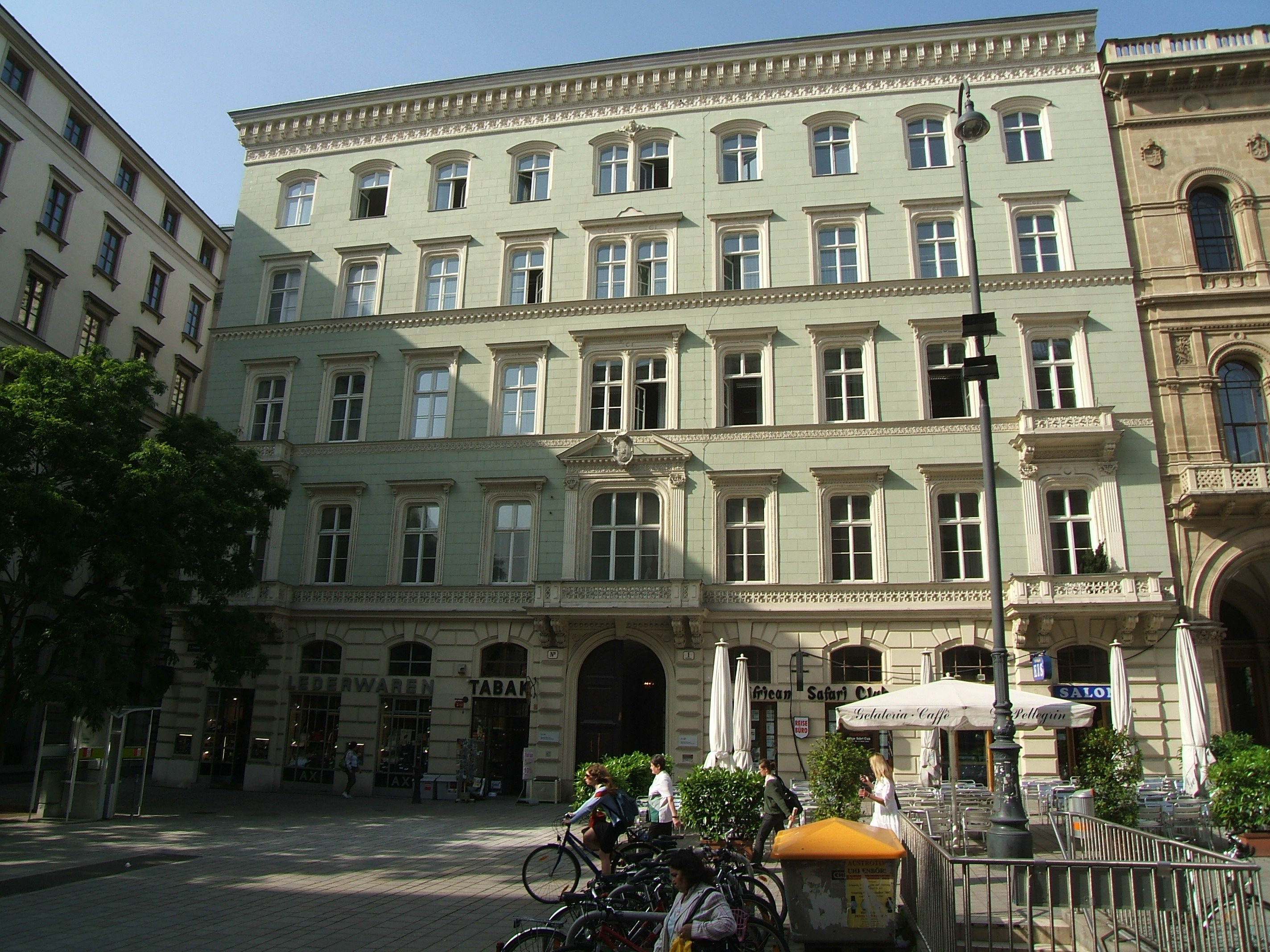
Pal. Hardegg Freyung 1

1847 beauftragte Reichsgraf Maximilian Hardegg die Architekten Johann Romano und August Schwendenwein mit dem Umbau des Palais in ein Mietpalais im Stil des frühen Historismus. Es ist damit eines der seltenen Beispiele eines Mietpalais in der Inneren Stadt. Auch hier hat die große Stiege Stufen aus Kaiserstein.

## Kaiserstein für das Wohnhaus „Zum grünen Tor“, hier lebte Johann Strauß
Im Haus Praterstraße 54 im 2. Wiener Gemeindebezirk wohnte Johann Strauß mit seiner (ersten) Ehefrau Henriette, geb. Treffz-Chalupetzky. In einem Teil seiner ehemaligen Wohnung wurde in den 1970er Jahren eine Musikergedenkstätte als Außenstelle des Wien Museums eingerichtet. In dieser komponierte er u. a. den Walzer „An der schönen blauen Donau“. Das Haus steht unter Denkmalschutz (Listeneintrag).

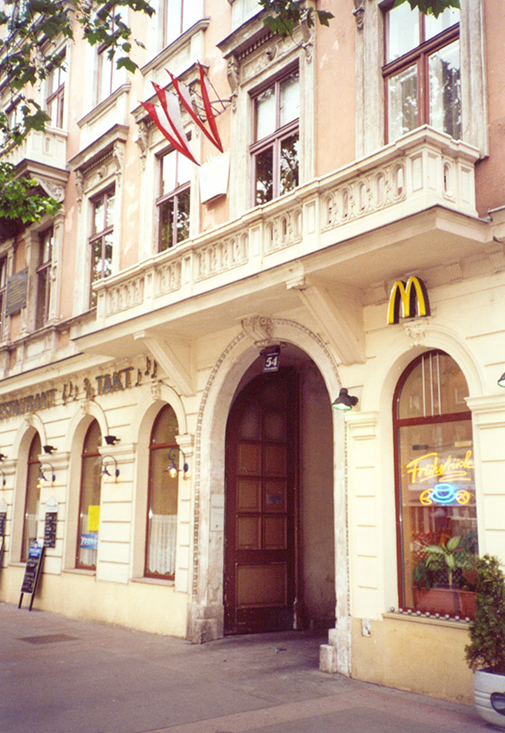
Praterstraße 54
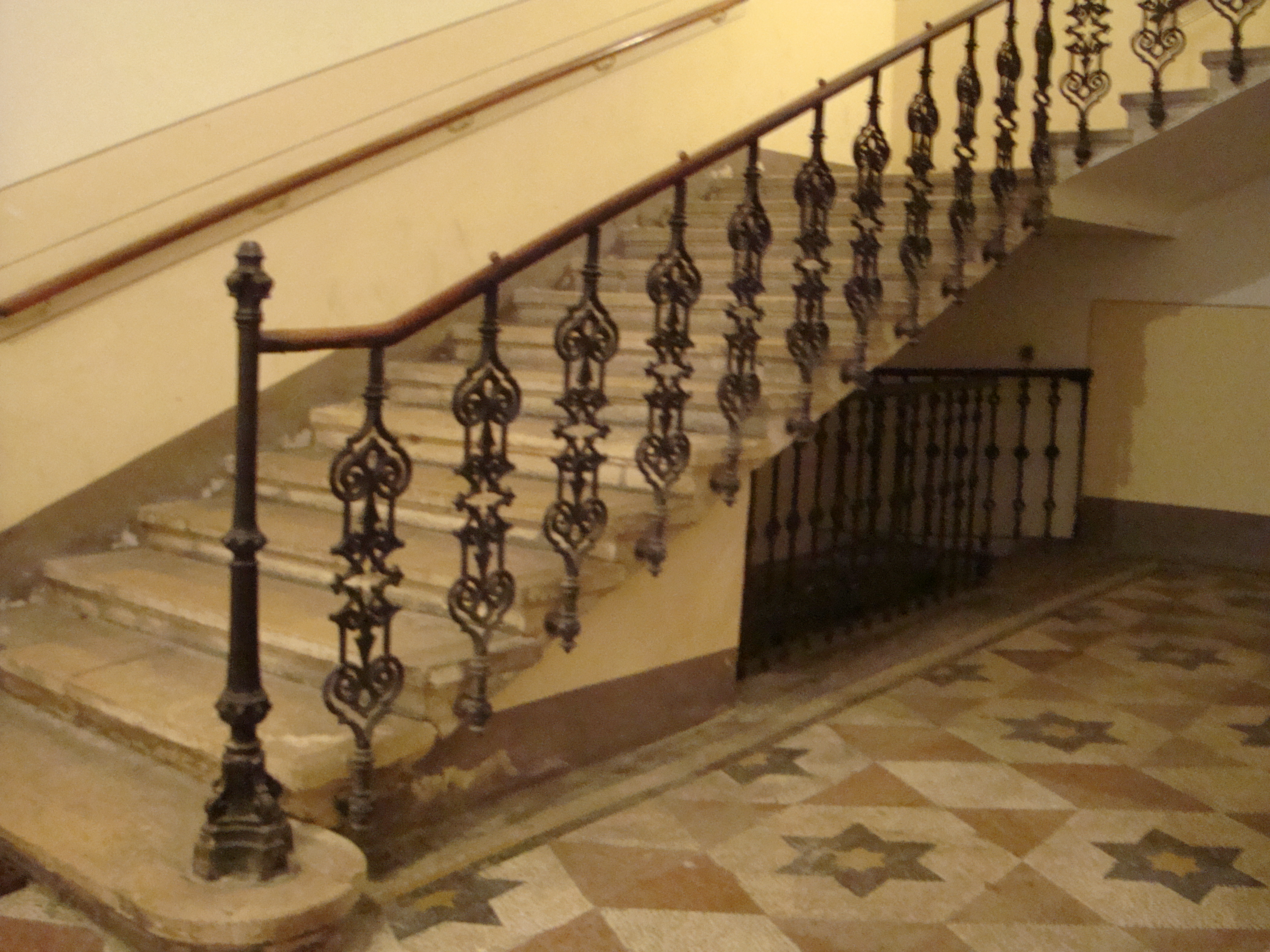
Stiegenhaus mit Kaisersteinstufen
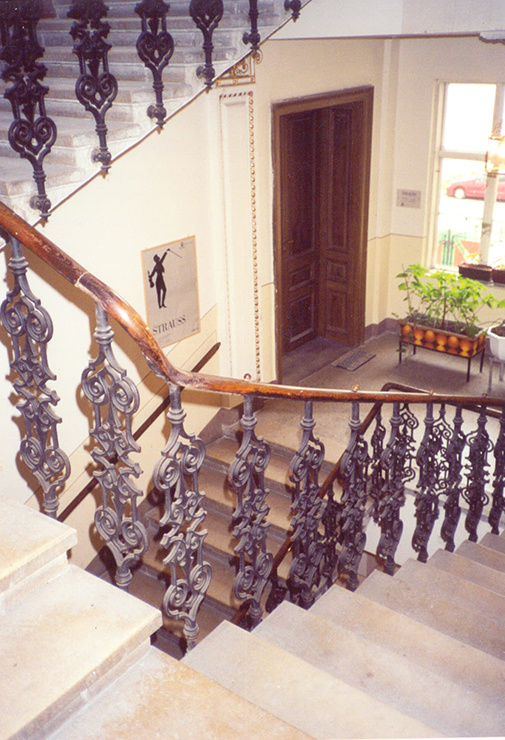
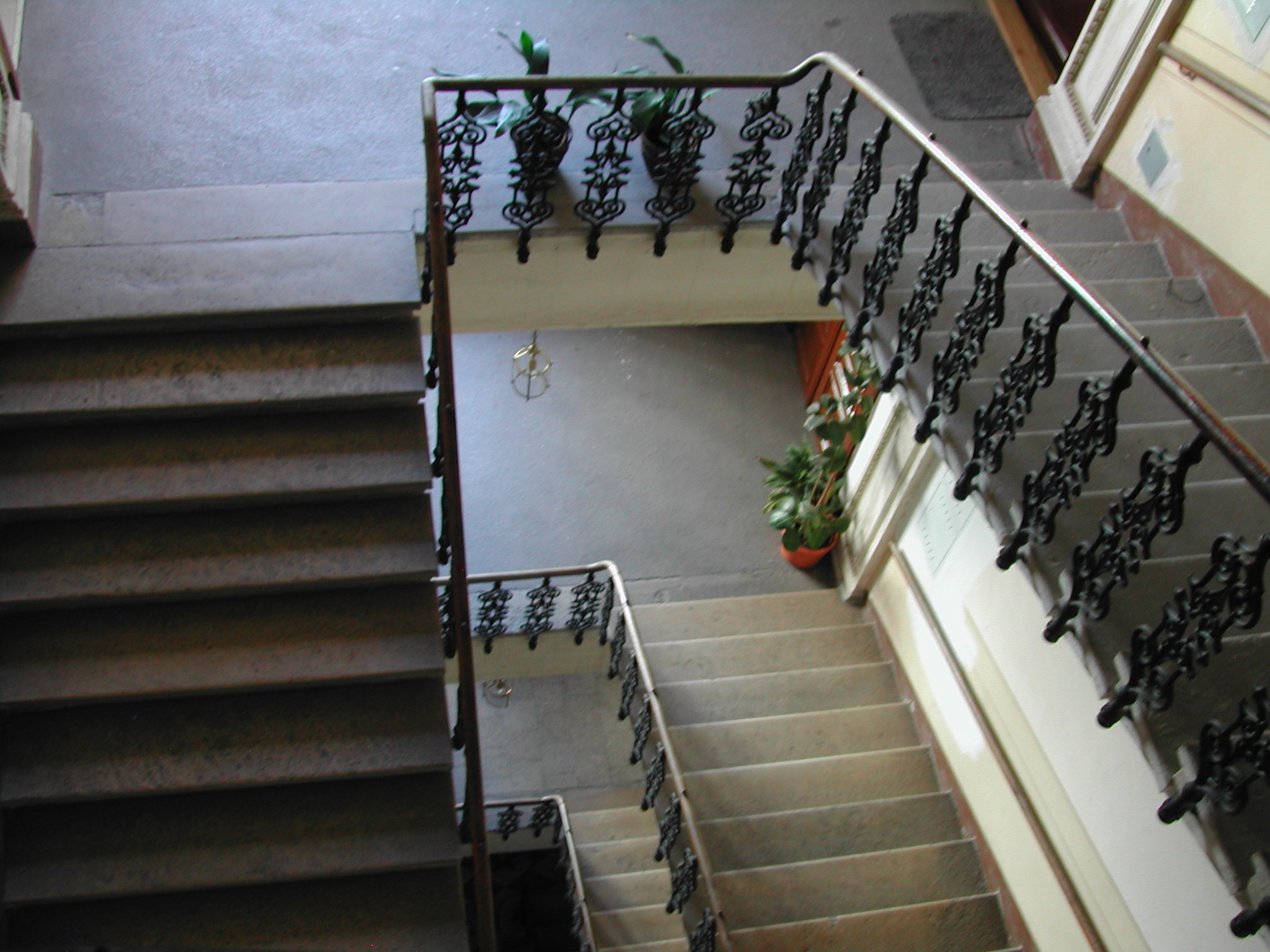

Das Wohnhaus wurde 1847 errichtet und 1864 umgebaut, Stiegenhaus mit Kaisersteinstufen.

## Kaiserstein für die Franz-Joseph-Kaserne
ist eine ehemalige Militärische Einrichtungen in Wien und befand sich im 1. Wiener Gemeindebezirk nahe der Mündung des Wienflusses in den Wiener Donaukanal. Die Kaserne war nach Kaiser Franz Joseph I. benannt und wurde nach der Revolution von 1848 gemeinsam mit dem Arsenal und der Rossauer Kaserne errichtet.
- Im Erdgeschoß befanden sich tragende Säulen mit 47,5 cm Durchmesser aus hartem Kaiserstein aus Kaisersteinbruch.
- Das Bauwerk wurde 1900 abgerissen und das Grundstück verkauft.

## Kaiserstein für die Altlerchenfelder Kirche

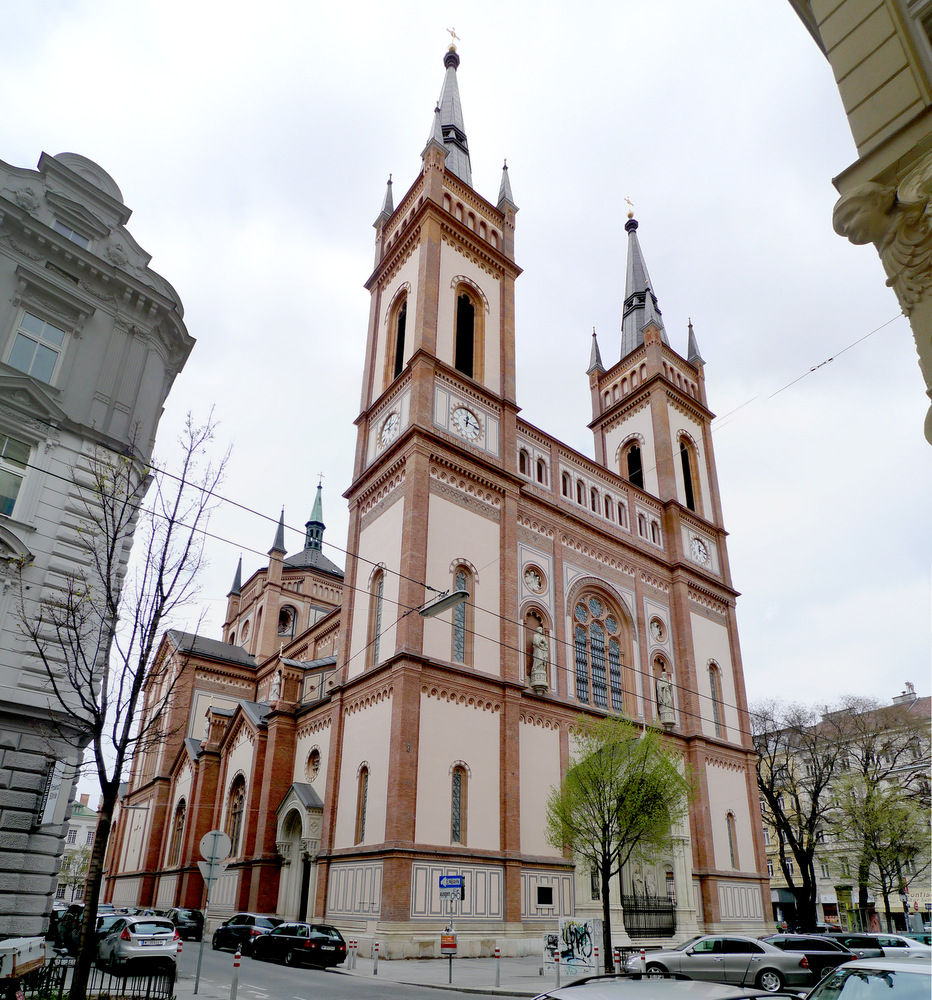
Altlerchenfelder Pfarrkirche

Die Altlerchenfelder Kirche ist das bedeutendste Werk des romantischen Historismus in Österreich. Der vorhandene Bau wurde 1849 von Architekt Eduard van der Nüll weitergeführt und vollendet.
- Zu beiden Seiten der Vorhalle Wendeltreppen zu Empore und Turm aus bestens erhaltenem Kaiserstein.

## Kaiserstein für Reithalle mit Stallgebäuden, Teil des ehem. Harrachschen Gartenpalais
Kaiser Franz Joseph I. widmete 1850 Teile des Harrachschen Gartenpalais zum Militär-Reitlehrer-Institut, nach Plänen von Angelo Picchioni, Professor für Baukunde, entstand eine Reithalle mit Stallgebäuden.

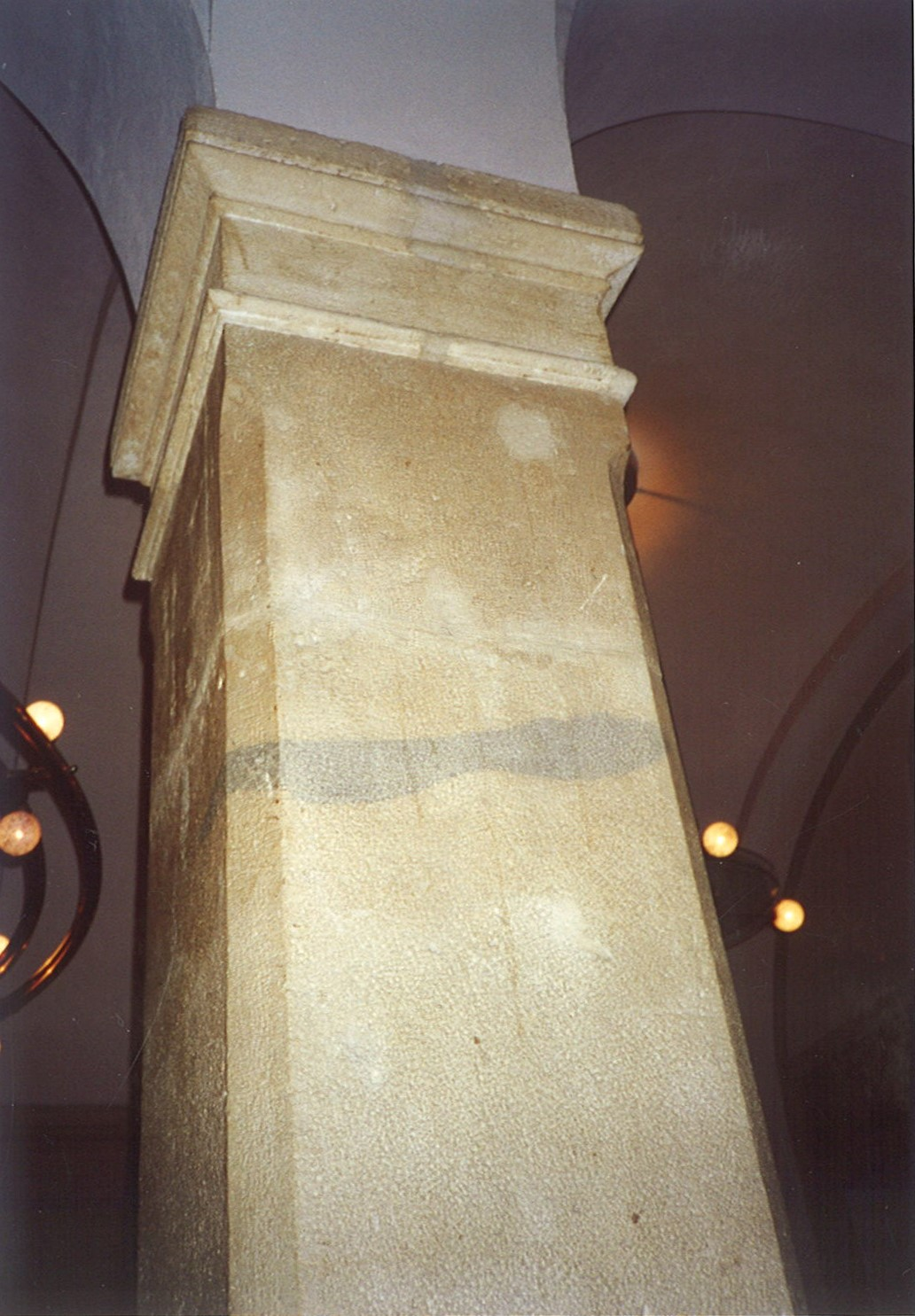
Pfeiler Kaiserstein
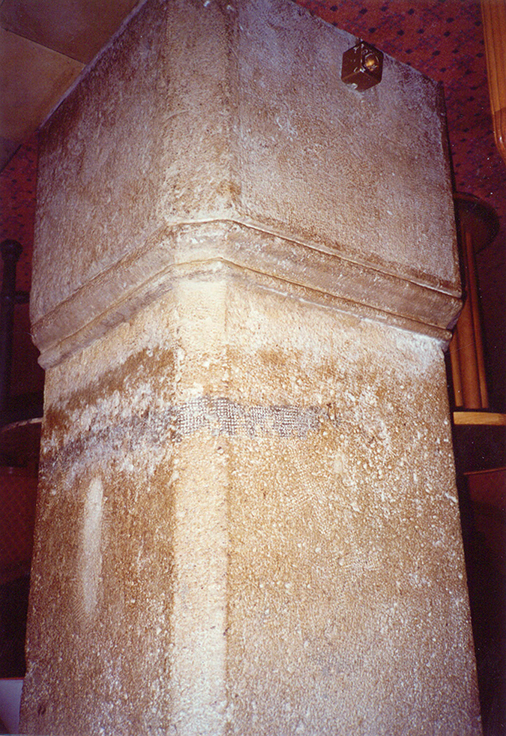
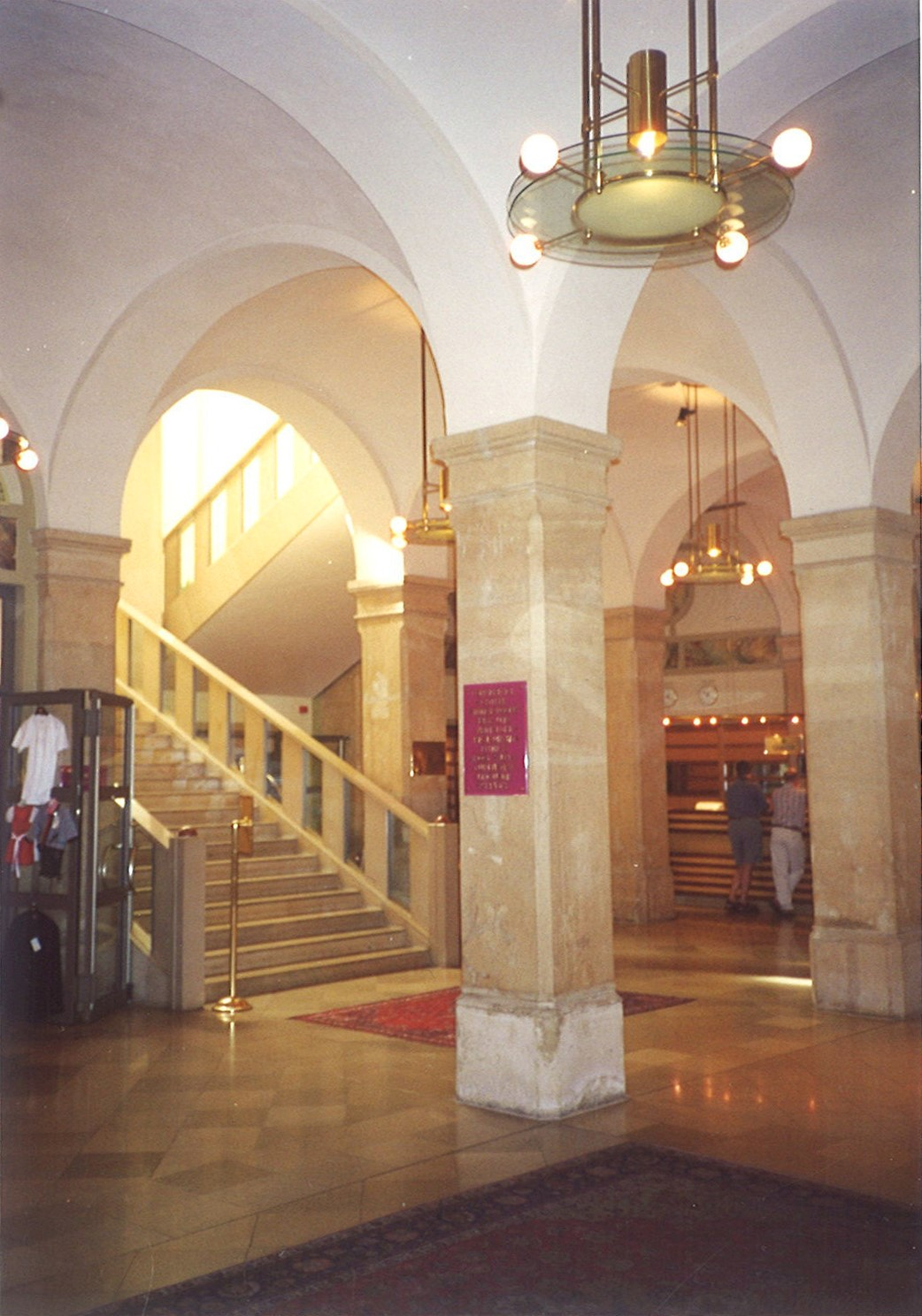
Hotelhalle Ungargasse
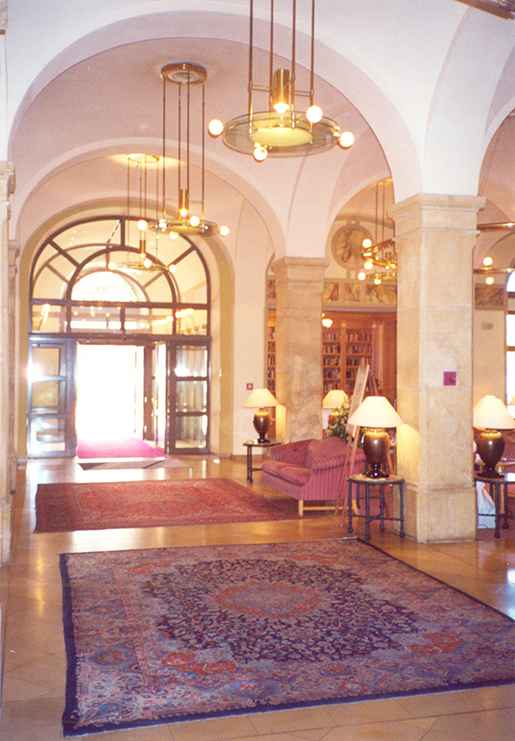

Das Penta-Hotel entstand 1990 auf dem Areal der 1986 demolierten Reitschule des Harrachschen Gartenpalais. Das ehemalige Stallgebäude (ein Säulenhallenbau) wurde (nach entsprechender denkmalpflegerischer Restaurierung) in den Hotelneubau integriert. Erhalten ist ein langgestreckter Trakt mit überhöhtem Mittelrisalit, eine Pfeilerhalle, eine große Treppe. Zumindest die Pfeiler und Stufen sind aus hartem Kaiserstein mit bläulichen Einschlüssen.

## Kaiserstein für ein Gartenpalais für Hugo Carl Fürst Salm-Reifferscheid

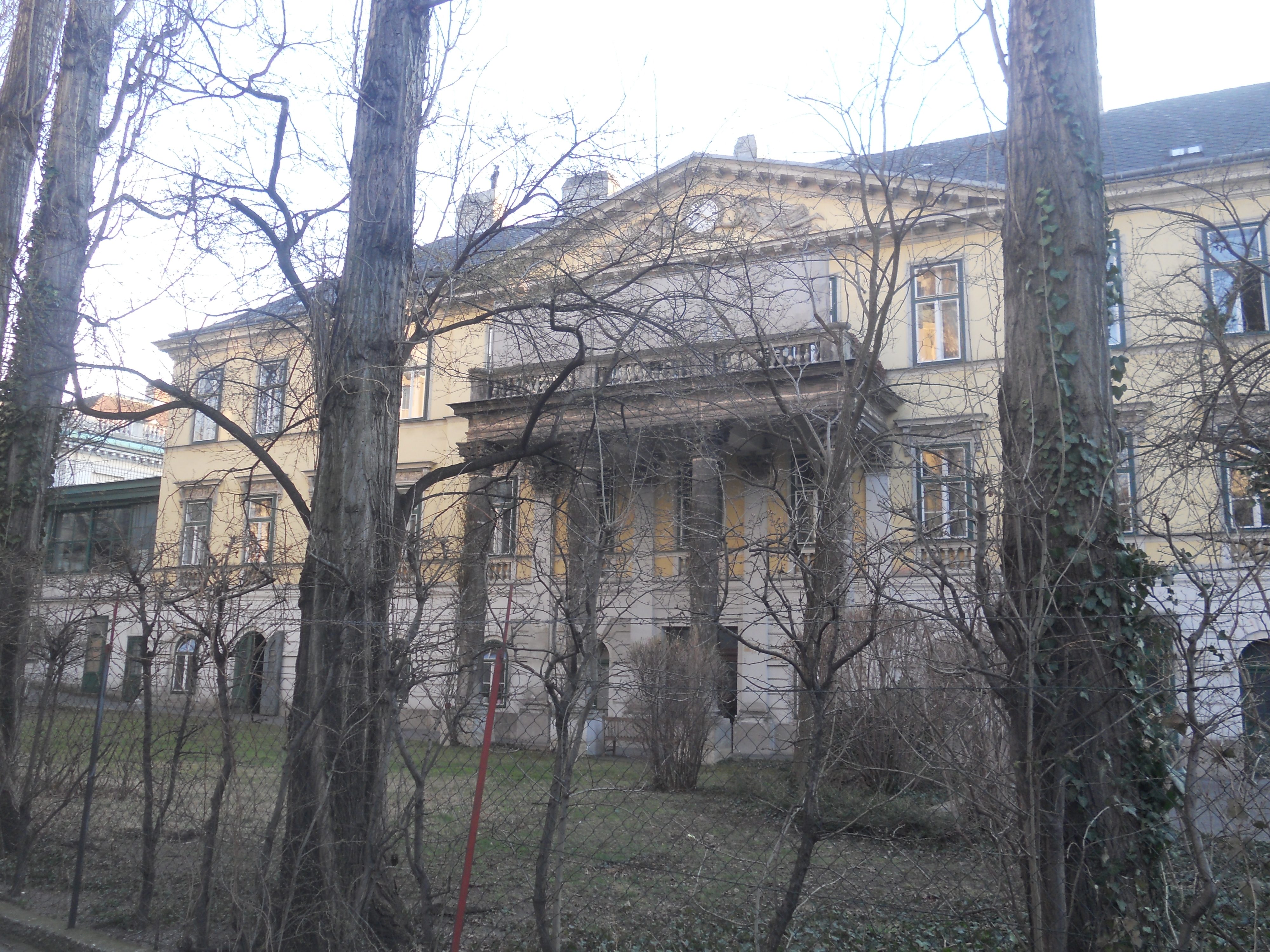
Gartenfassade

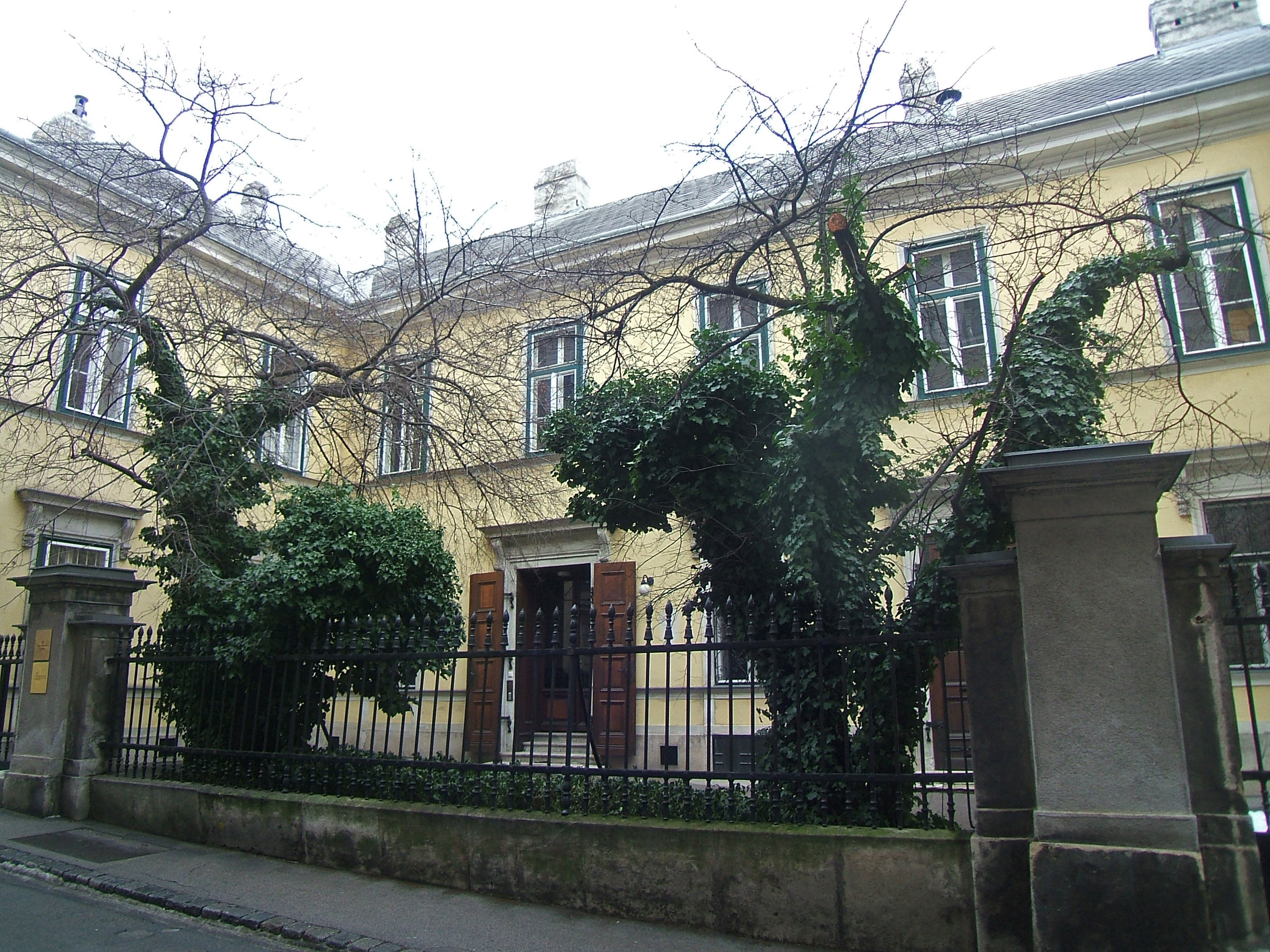
Straßenseite

1812 erfolgte der Umbau von einem älteren Bau zum Stallgebäude im Palais Rasumofsky. 1828 wurde dieser abgerissen und durch das heutige Palais ersetzt, Architekt war Alois Ignaz Göll. 1851 wurde das Palais erweitert. 1856 kam es in den Besitz von Hugo Carl Fürst und Altgraf Salm-Reifferscheid, Landeshauptmann von Mähren.
Bemerkenswert ist das holzgetäfelte Treppenhaus mit Stufen aus Kaiserstein, ebenso Bodenplatten im Bereich der Eingangstüre.

## Kaiserstein für das Franz Joseph Tor in Wien

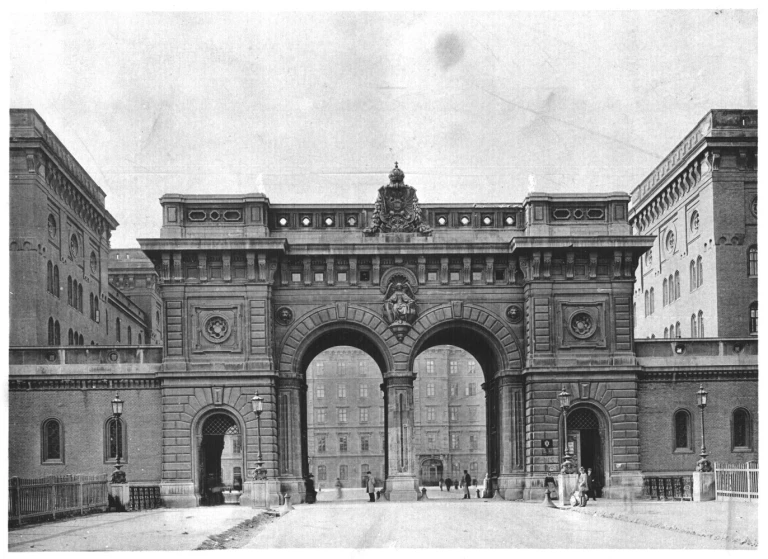
Franz Joseph-Tor, erster Bau des neuen Kaisers

Das Tor wurde 1850–1855 aus härtesten Kaisersteinblöcken errichtet. Bei einer Ausschreibung hatte Carl Rziwnatz mit seinen Plänen gewonnen. Bedingt durch den Bau der Ringstraße erfolgte 1901 der Abbruch des Tores.

## Kaiserstein für das Heeresgeschichtliche Museum

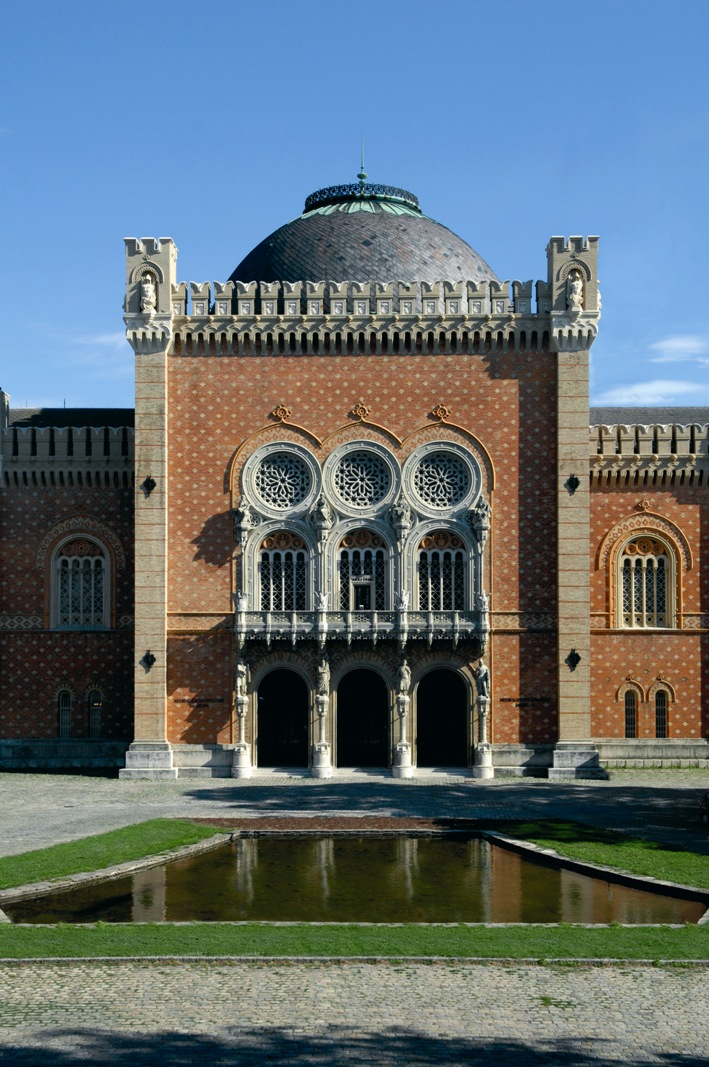
Heeresgeschichtl. Museum

Das Heeresgeschichtliche Museum wurde 1850–1857 von Theophil Hansen erbaut. Als erster Museumsbau Wiens das ideelle Kernstück des Arsenals.
- Ein Rohziegelbau mit eigens hergestellten roten und gelben Ziegeln. Der Sockel besteht aus Wöllersdorfer Stein, die Eingangstreppe aus Kaiserstein. Im Inneren ist der Wöllersdorfer vorherrschend.

## Kaiserstein für die Martinskaserne in Eisenstadt

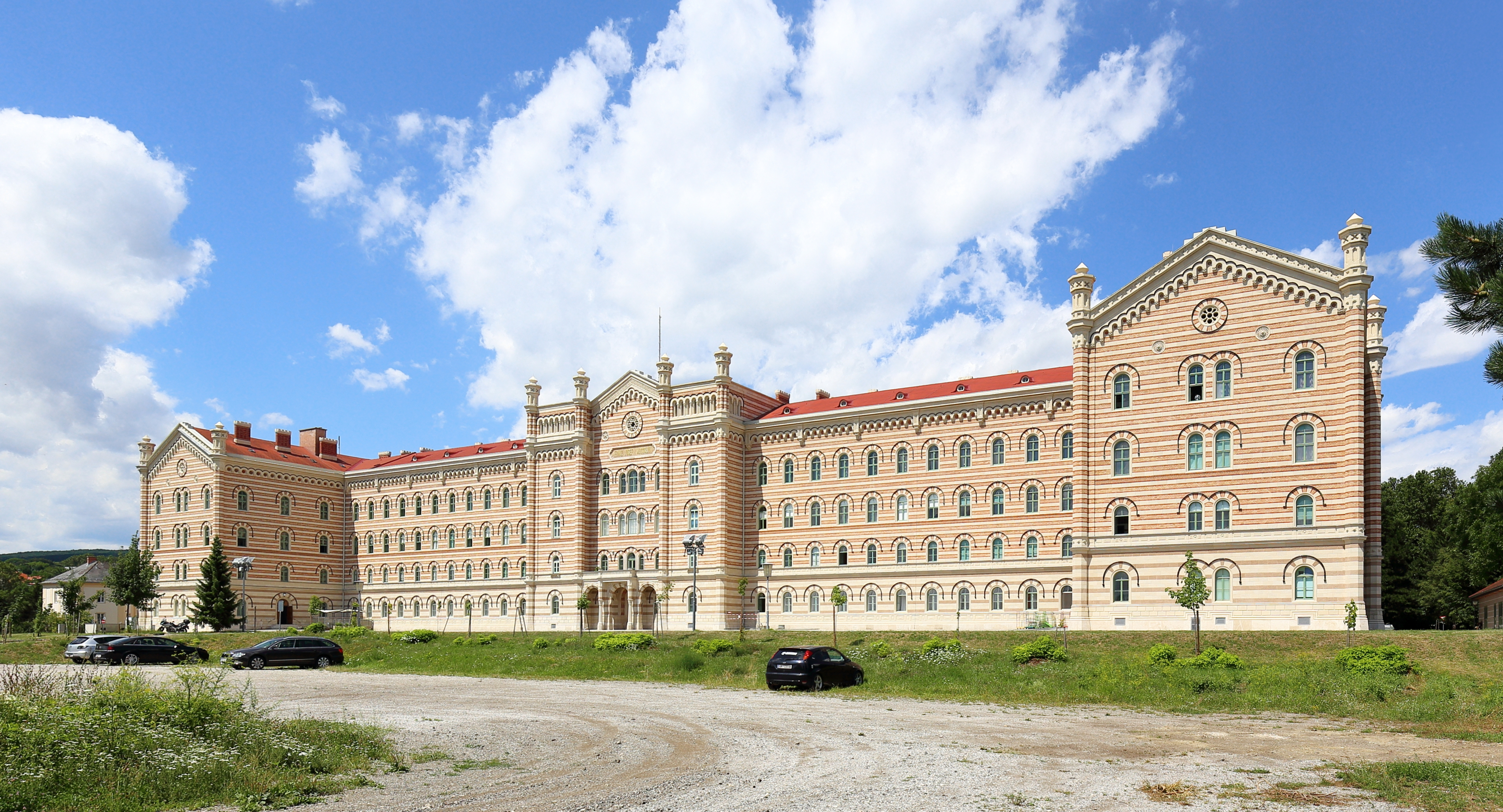
Martinskaserne

Mächtiger Ziegelbau in neuromanisch-maurischem Stil, mit breiter durch 3 Giebelrisalite gegliederter Fassade. Am 2. August 1853 begannen die Bauarbeiten. Die Fundamente wurden im Frühjahr 1854 gegraben. Durch Finanzierungsprobleme ergaben sich Verzögerungen der Bautätigkeit.
- 1856 wurden die Steinmetz-Kontrakte beschlossen, mit der Gesellschaft der St. Margarethener Steinbrüche und für Arbeiten aus Kaiserstein, u. a. für Stiegenstufen.[231]

## Kaiserstein für die Pfarrkirche „St. Joseph“ in Margarethen

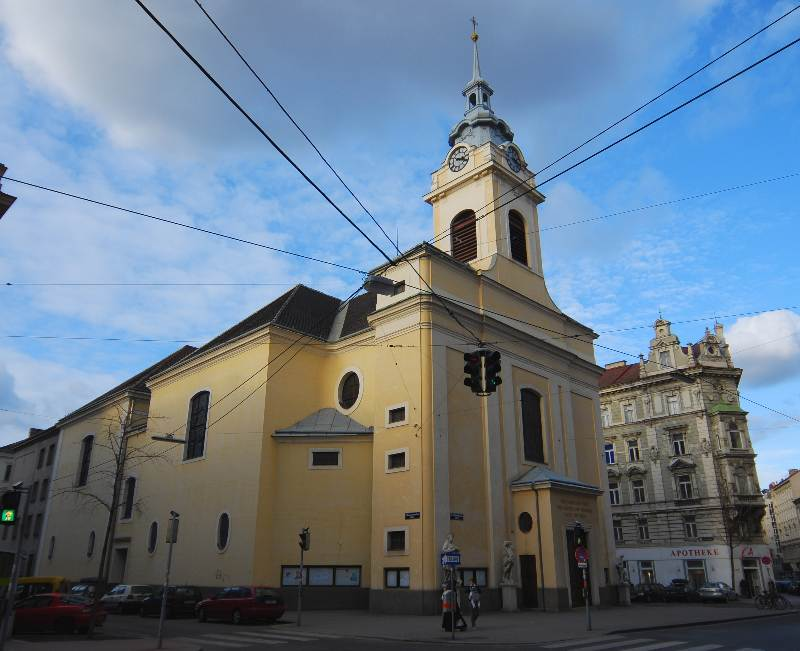
St. Josef

Diese Kirche wurde 1765–1769 anstelle einer älteren Kapelle aus dem Jahr 1709 vom Baumeister Franz Duschinger erbaut.
Die Unterkammeramtsrechnung Nr. 503, 1839 dokumentiert die Herstellung einer Vorhalle bei der Pfarrkirche zu St. Joseph in Margarethen.
- Steinmetzarbeit: Kaiserstein und St. Margarethner Stein wurden verwendet. Kaiserstein für Sohlbänke, Türgewände, Sockel und Gesimse. Den Sandstein für Attikaplatten, Spitzverdachung, Tragsteine, Dorische Kapitälle, Gesimse. Die Pflasterung erfolgte mit Kelheimer Platten.

### Die wirtschaftliche Situation der Gründerzeit
Einen letzten großen Aufschwung brachte die Bautätigkeit der Gründerzeit, der Absatz dürfte 1853 recht gut gewesen sein, täglich arbeiteten im Steinbruch 60 Männer und brachen 54.000 Kubikschuh (= 1.706 m³), die hauptsächlich nach Wien verkauft wurden. Es wurde mehr Kaiserstein gebraucht, als geliefert werden konnte.
In den Jahren 1857 bis 1859 konnte die Erzeugung auf 118.200 Kubikschuh Werksteine (= 3.750 m³) und 708 Kubikschuh (= 22 m³) im Gesamtwert von 70.700 Gulden gesteigert werden. Damit übertraf der Produktionswert in Kaisersteinbruch jenen von St. Margarethen. Beschäftigt waren 79 bis 103 Arbeiter. Die Werkstücke wurden zum Teil schon im Steinbruch ausgearbeitet und dann nach Wien, aber auch nach Preßburg, Raab und Ödenburg gebracht.
Um 1860 waren 100 Arbeiter beschäftigt, die jährlich rund 4.450 m³ erzeugten.

## Kaiserstein für den Palast der privilegierten österreichischen Nationalbank

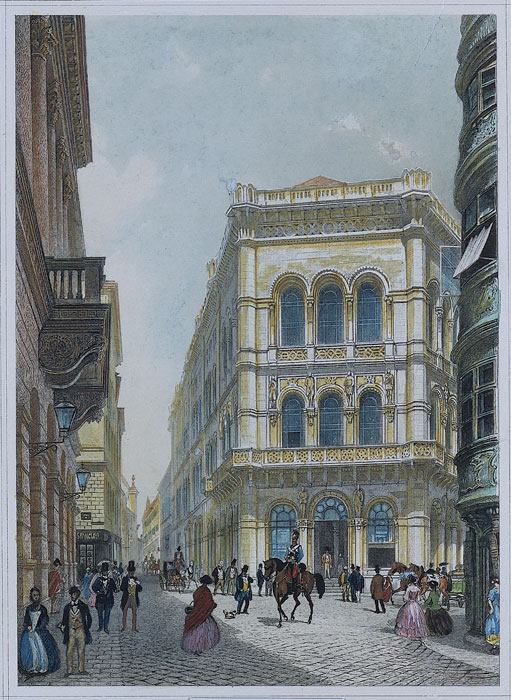
Palais Ferstel Rudolf von Alt

Franz Xaver Reichsgraf von Abensperg und Traun verkaufte 1855 das Gebäude zwischen Freyung, Strauchgasse und Herrengasse an die k.k. privilegierte österreichische Nationalbank. Hier sollte die Nationalbank, die Börse, ein Kaffeehaus und ein Basar entstehen, der heutige Name Palais Ferstel.

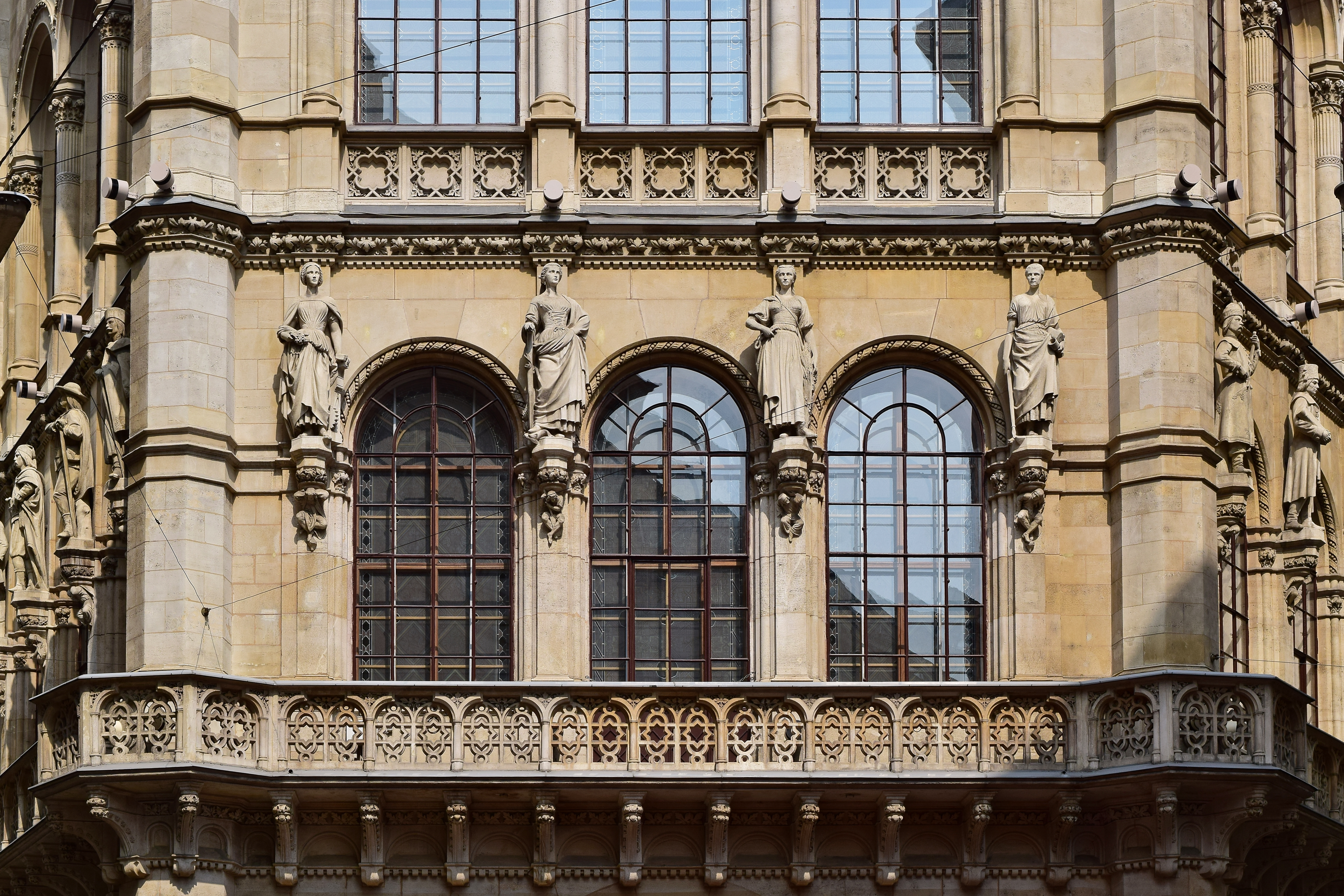
Palais Ferstel, Fassadendetail

Der Architekt Heinrich von Ferstel vermochte es, im Stil der italienischen Renaissance diese verschiedenen Zweckbestimmungen einheitlich zu gestalten. Sockel, Pfeiler und Stiegen wurden aus Wöllersdorfer Stein gearbeitet, Fassadenteile wie Balkone, Gesimse, Gliederungen, sowie steinerne Stiegengeländer der Bazarstiege aus hartem, weißem Kaiserstein, während die Wandflächen aus St. Margarethener Kalksandstein hergestellt wurden. Die Ausstattung der Innenräume war sehr aufwändig, mit Stuccolustro und reicher ornamentaler Bemalung. 1859 war der Bau vollendet.
Im Zweiten Weltkrieg wurde das Gebäude bei den Luftangriffen auf Wien besonders an der Hauptfassade stark beschädigt.

## Kaiserstein für die Schranne, dem Sitz des Stadt- und Landgerichtes zu Wien

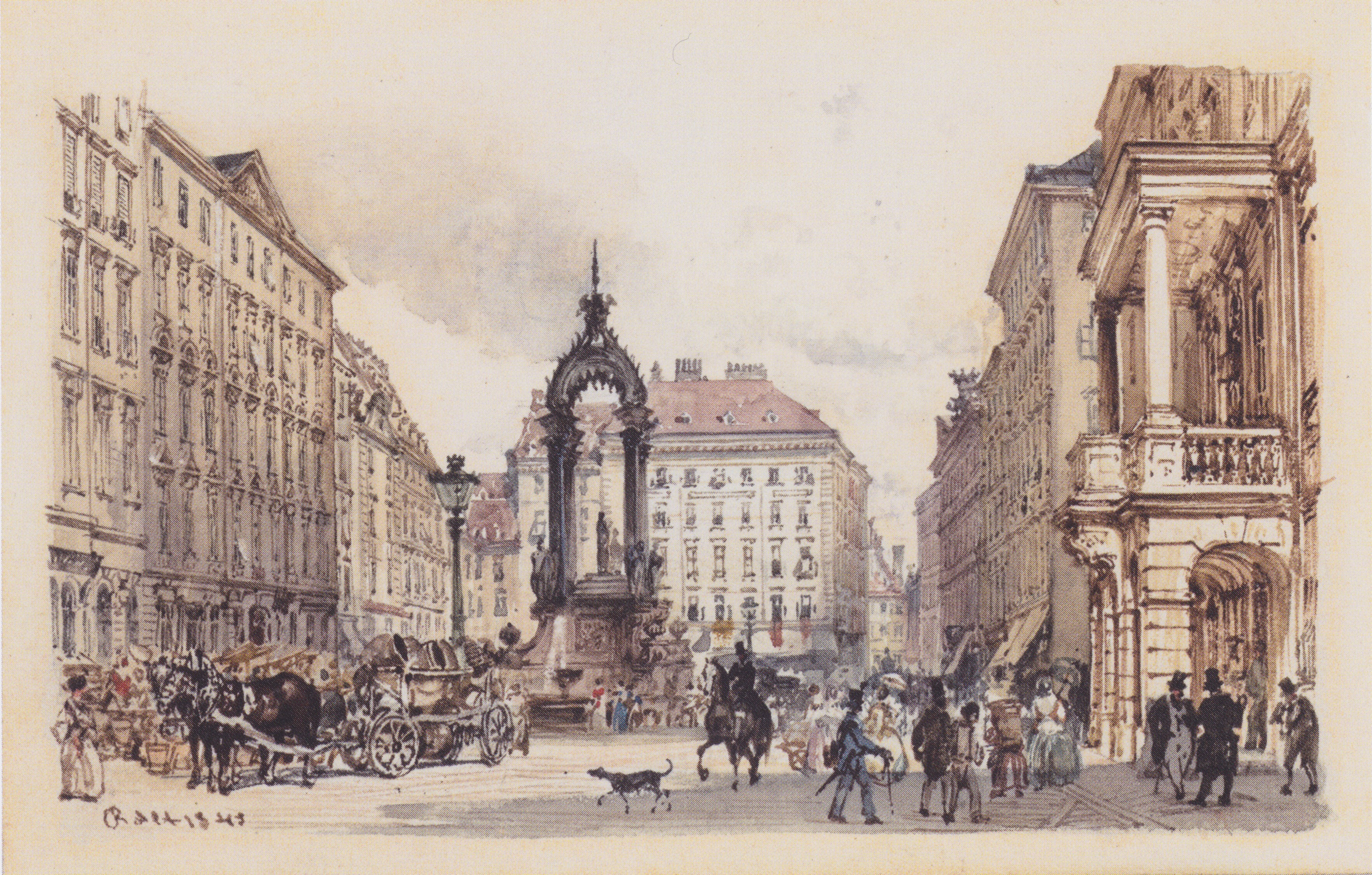
Schranne, rechts im Bild

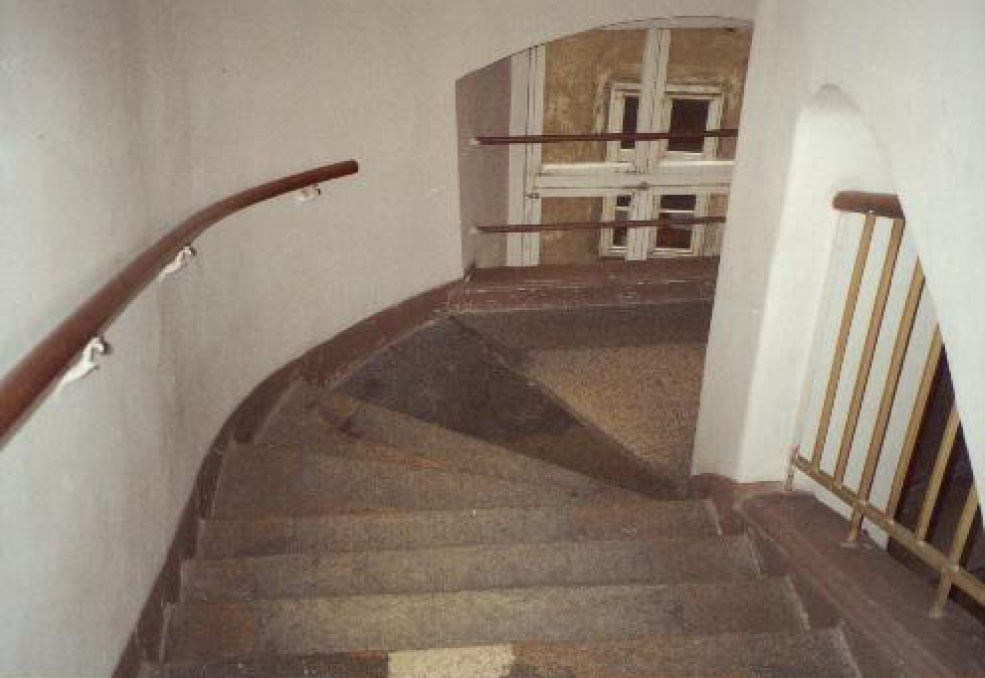
Kaisersteinstiege

Das 1855 erbaute klassizistische Haus mit seiner schlichten, zur Tuchlauben gerundeten Fassade lässt kaum erkennen, dass sich hier rund vier Jahrhunderte eines der wichtigsten öffentlichen Gebäude Wiens befunden hat: die Schranne.
- Die Stiege, teilweise ausgebessert, mit Stufen und sehr schönen Bodenplatten aus Kaiserstein mit den blauen Farbeinschlüssen.

## Kaiserstein für die Stadtbefestigungen
Im kaiserlichen Handschreiben vom 20. Dezember 1857 wird verfügt: … zu diesem Zwecke bewillige ich die Auflassung der Umwallung der Inneren Stadt sowie der Gräben um dieselben …

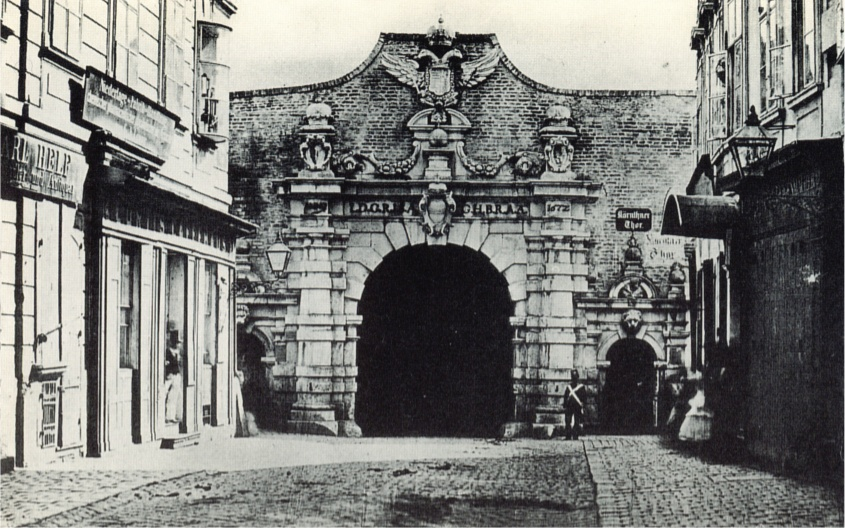
Kärntner-Tor von innen

Bericht „Wiener Theaterzeitung“ vom 3. Juli 1858: … die Abtragung der aus hartem Kaisersteine bestehenden Verkleidungsmauern geschieht mit der nöthigen Vorsicht, da die Steine sehr gut erhalten und verwendbar sind.
Bei dem Rothenturmthor wurde weicher, St. Margarethener Stein vorgefunden.
In einem Brief vom 2. März 1641 an Abt Michael Schnabel vom Stift Heiligenkreuz stellen die Wiener Steinmetzmeister fest: … dass Ambrosius Petruzzy vor dem Kärntner Thor eine Steinmetz-Hütte aufgerichtet hat. Das könnten Arbeiten an der Stadtmauer gewesen sein.

### Kaiserstein für neue Stiegenstufen und Ruheplätze
Am 15. Oktober 1858 wird die Demolierung des alten Kärnthner Thores, Baumeister Franz Ram beschlossen. Dabei werden ca. 5.200 Kubik Schuh Werksteine bei beiden Thorfassaden nebst Verführung und sorgfältiger Deponierung auf dem von der Bauleitung zu bestimmenden Platze abgetragen. Weiters erfolgt die Abtragung von ca. 600 Kurrent Schuh Stiegenstufen nebst Verführung und Deponierung und ca. 150 Quadrat Schuh Ruheplätzen nebst Verführung und Deponierung.
Lieferung und Versetzung von neuen Stiegenstufen aus härtestem Kaiserstein 5–6 Schuh lang, mit Rundstab und Plattel 1 Schuh 1 fl 12 kr. Lieferung und Versetzung von neuen Ruheplätzen aus obigem Stein, 5–6 Schuh im Quadrat, 1 Schuh 1 fl 24 kr. Lieferung und Versetzung von neuen Spiegelstufen, 5–6 Schuh lang, aus härtestem Kaiserstein, 1 Schuh 1 fl 30 kr.
30. Juni 1859 Futtermauer mit Stiege und Kasematten gegen die Augustinerbastei zunächst dem ehemaligen Kärnther Thore. Neben den verwendbaren alten Stufen sind noch erforderlich 30 Stück neue glatte Spiegelstufen von hartem Kaiserstein, jeder 6 Schuh lang, zusammen 195 Schuh Current Schuh, samt Zufuhr 409 fl 50 kr.

## Kaiserstein für die Pfarrkirche zur hl. Elisabeth von Thüringen

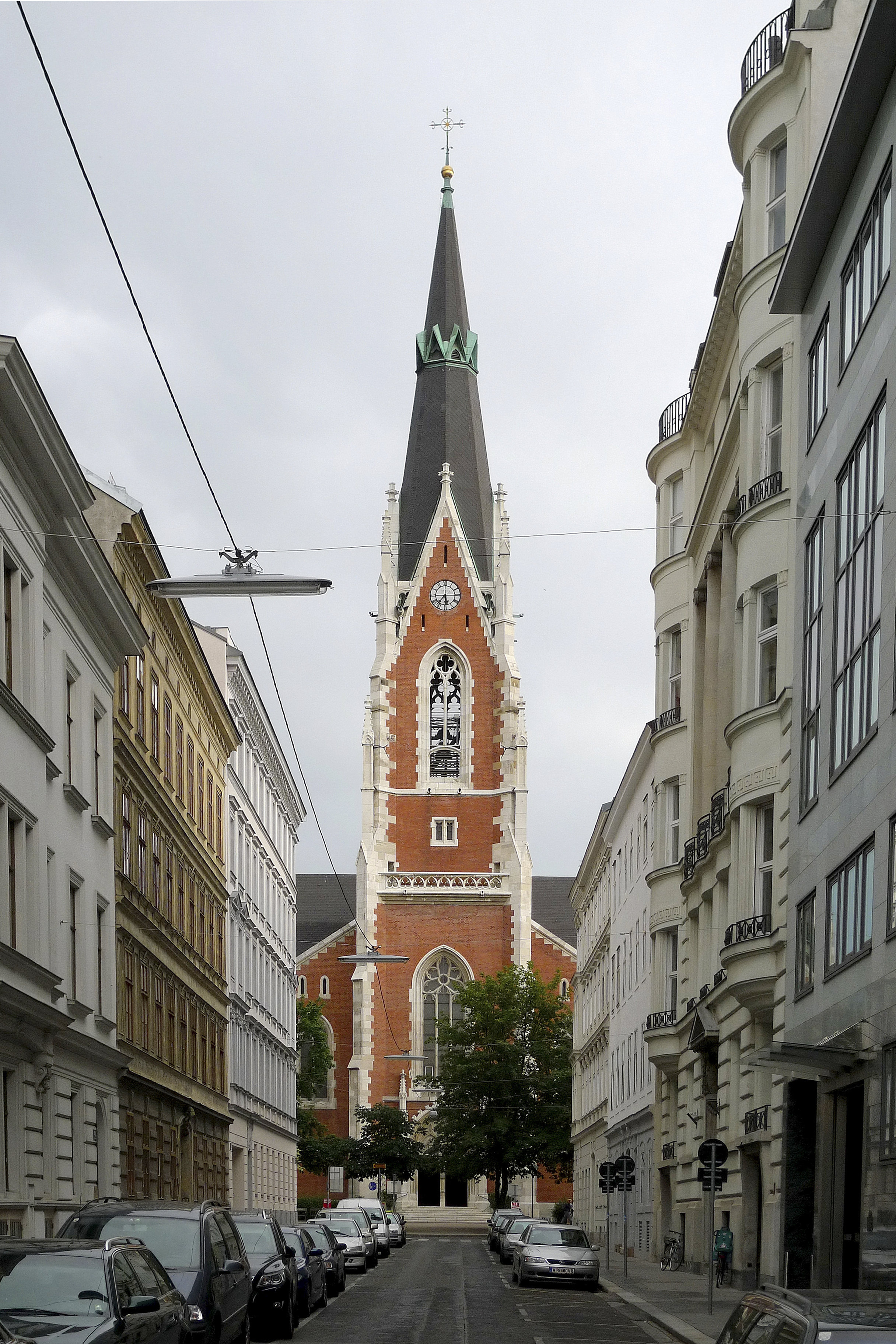
Von der Argentinierstraße

Die Elisabethkirche, Elisabeth von Thüringen geweiht, wurde von 1859 bis 1868 nach dem Plan von Architekt Hermann von Bergmann erbaut.
- Hier war der so genannte Brunner Stein aus dem Steinfeld als Quaderstein bei den Strebepfeilern und zum architektonischen Schmuck Kaiserstein zur Verwendung gelangt.
- Bei der Instandsetzung 1902 wurden 21 m³ Mannersdorfer- und 22 m³ Kaiserstein verwendet. Ersterer für den Figuralschmuck, letzterer für die Quaderauswechslung.[237]

## Kaiserstein für die Wiener Kaufmannschaft, die Höhere Handelsschule

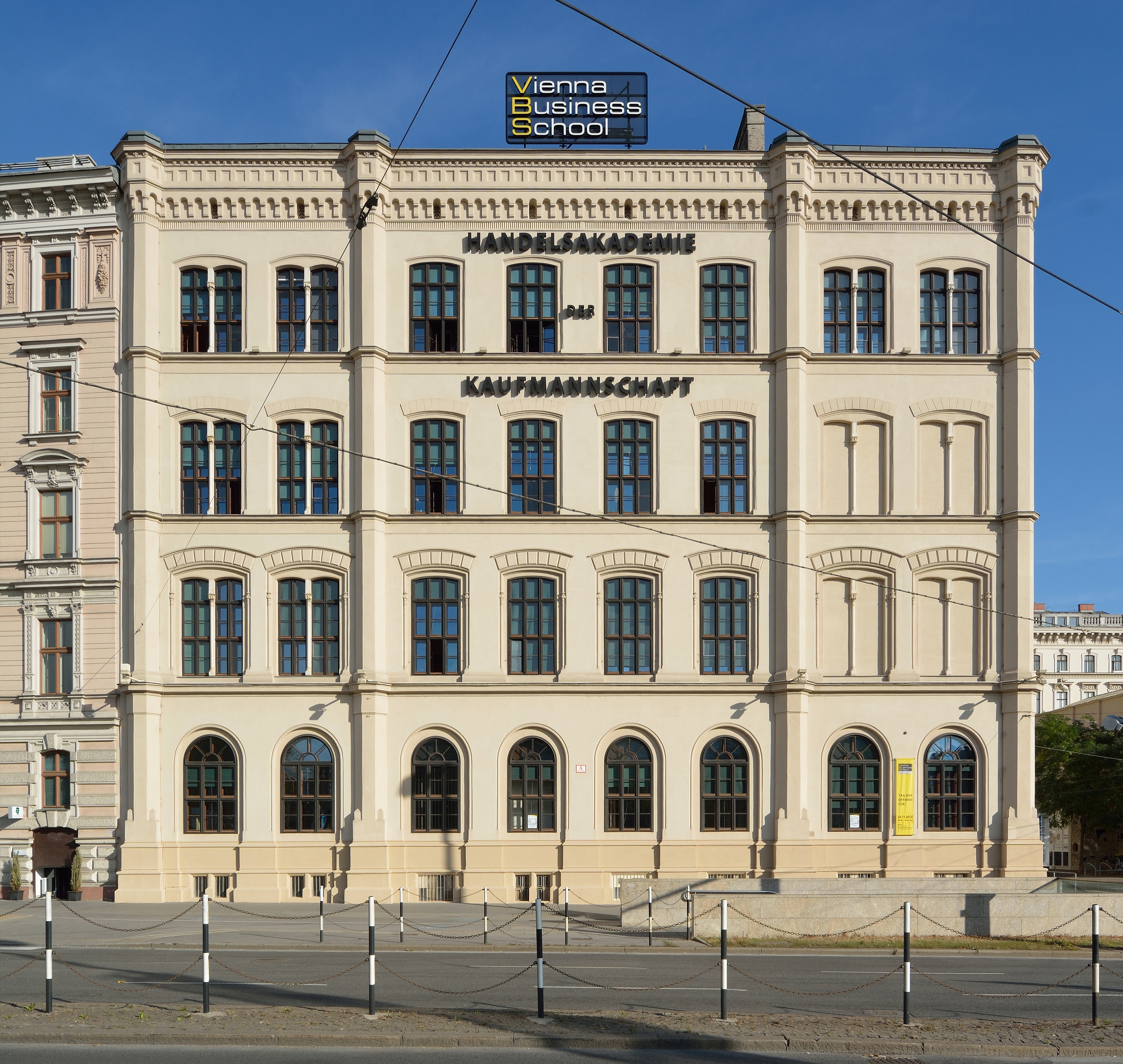
Blick vom Karlsplatz

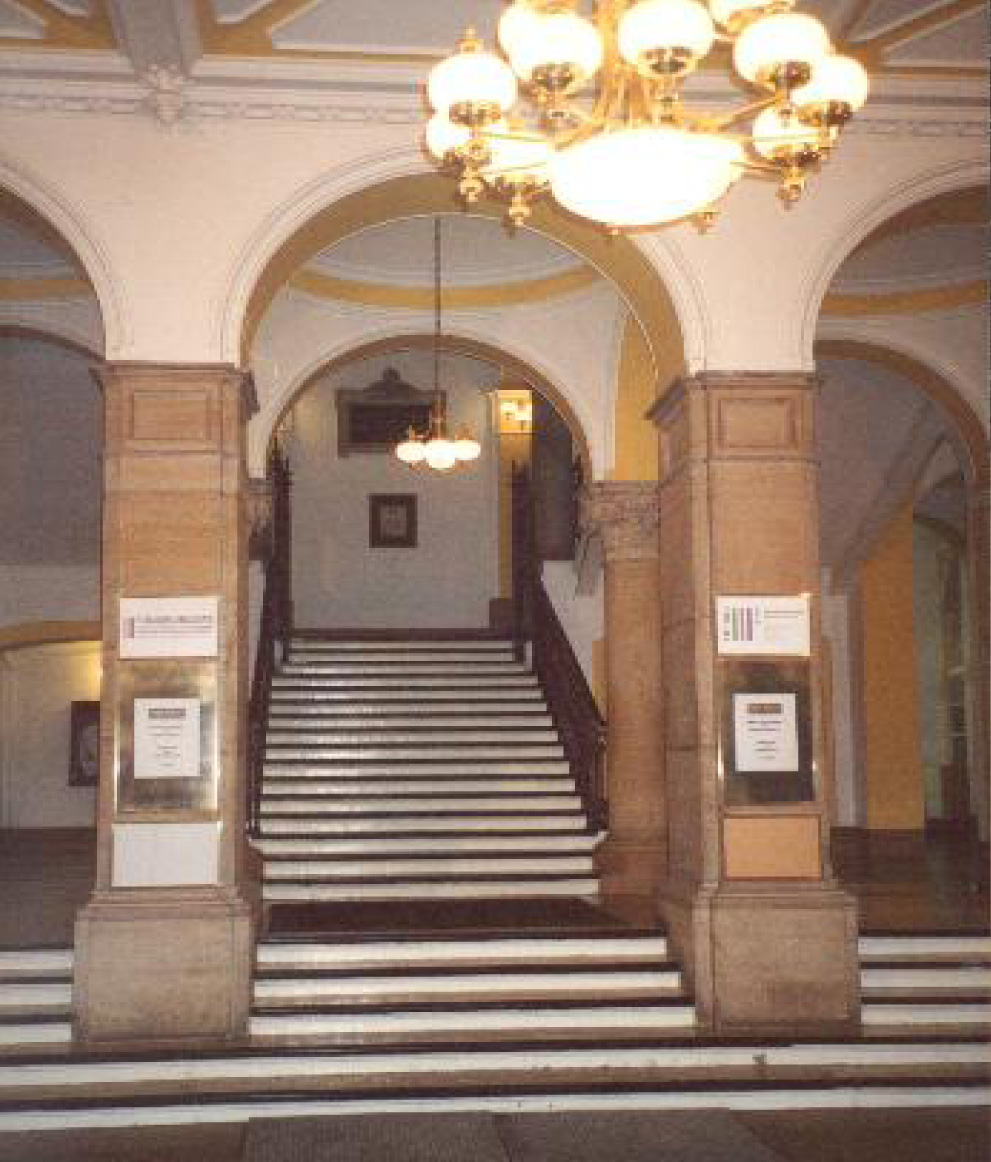
Stiegenhaus

Für die 1857 begründete Höhere Handelsschule errichtete 1860–1862 Ferdinand Fellner d. Ä. ein Gebäude in gotisierenden Formen, dessen Hauptfront sich dem Künstlerhaus zuwendet.
- Das Stiegenhaus mit Säulen, die Schäfte Wöllersdorfer Stein, Sockel und Kapitelle Osliper Stein, die Stufen Kaiserstein.

Der Geologe Alois Kieslinger konnte 1972 noch die Natursteintreppe besichtigen, später mit Linoleum überzogen.

## Kaiserstein für einen der ältesten Ringstraßenbauten in der Friedrichstraße

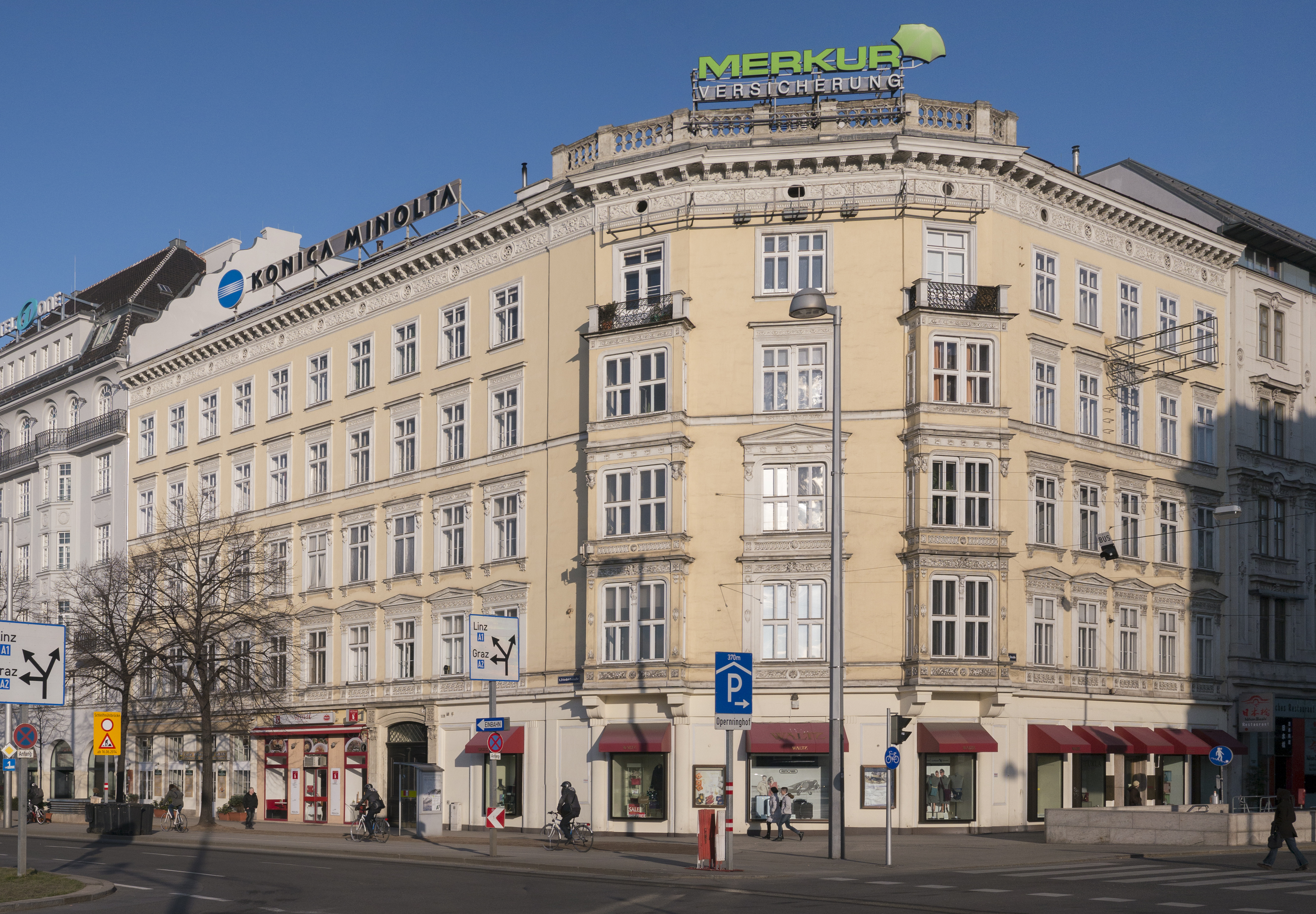
Friedrichstraße 2

Dieses frühhistoristische Eckhaus wurde 1860 von Ferdinand Fellner d. Ä. erbaut und ist eines der ältesten der Ringstraßenzone. Die breite polygonale Eckabfassung mit Erkern und Attikabalustrade ist ein deutlicher städtebaulicher Akzent. Stiegenstufen aus hartem Kaiserstein.

## Kaiserstein für das Geschäftshaus Pollak, das „Gotische Haus“

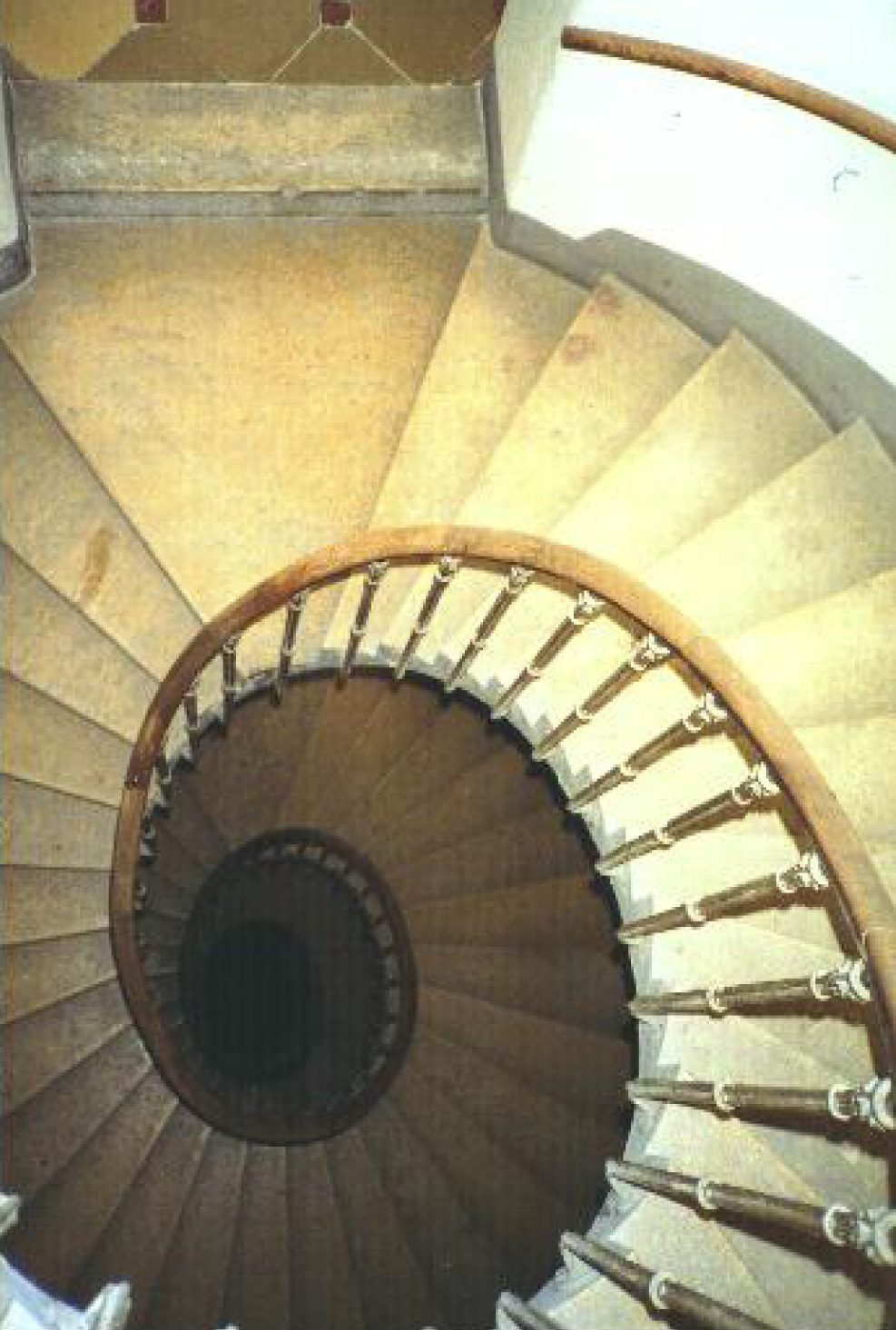
Wendeltreppe

Der gotisierende Ziegelrohbau mit steinernem Eckerker und sparsamen Steingliederungen wurde 1860–1862 von Heinrich Ferstel errichtet. Das Kreuzrippengewölbe in der Einfahrt besteht vermutlich aus Stein, die Stiegenstufen aus Kaiserstein mit gotisierendem Gusseisengeländer.

## Kaiserstein für Jacob von Tramontini, das spätere Palais Bellegarde

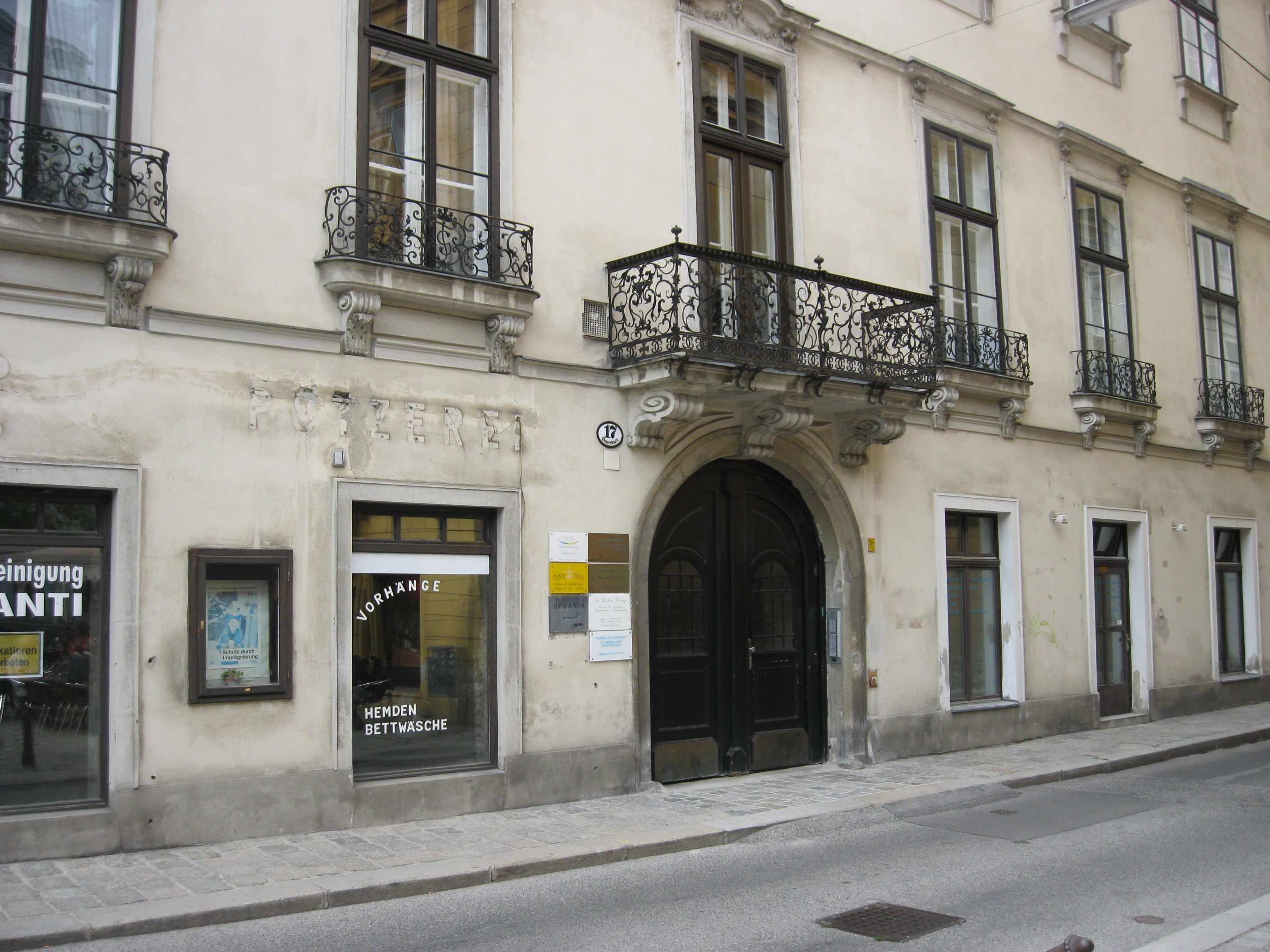

Das Grundstück dieses Hauses ist ein Viertel eines ehemals hier befindlichen großen Gartens, in dem um 1529 Galeeren für den Türkenkrieg gebaut wurden. Der Garten war später im Besitz Maximilians II., der ihn Graf Nádasdy überließ.
Der zweistöckige Straßentrakt des Palais an der damaligen Jägerzeile wurde durch Jacob von Tramontini um 1780 erbaut. Das Palais ist nach der gräflichen Familie Bellegarde benannt, die die Liegenschaft 1846 erwarb.
Das Palais Bellegarde befindet sich in der Praterstraße 17 und Große Mohrengasse 10. Das sehr tief gestaffelte Zinshaus weist zwei Innenhöfe und fünf Stiegen auf. In der Eingangshalle rechts zur schönen großen Stiege mit Kaisersteinstufen, in den Hoftrakten weitere 4 kleinere Stiegen, hier wurden jeweils die ersten 3 Stufen ausgetauscht.

## Kaiserstein für Abt Edmund Komáromy vom Stift Heiligenkreuz
Abt Edmund Komáromy vergibt einen Steinmetzauftrag an den Meister Peregrin Teuschl aus dem Heiligenkreuzer Steinbruch. In den Jahren 1860–1862 werden geliefert:
- Pflasterplatten für die Mühle des Stiftes, Gesimse, Sockel verschiedener Größen, Pfeiler und Stiegenstaffel für das Stiftsgebäude,
- einen Taufbrunnen aus 4 Stücken im byzantinischen Stile,
- Gesimse für die Stiftskirche, Pflasterplatten zum Hauptanfang, Grenzsteine mit dem Wappen des Stiftes für die Kirche von Pottendorf.

## Kaiserstein für ein Wohnhaus mit glasüberdachtem Innenhof in der Girardigasse
Die Girardigasse im 6. Bezirk Wiens wurde 1851 angelegt, erhalten sind einheitlich frühhistoristische Zinshäuser. Dieses Wohnhaus Nr. 10 erbaute der Architekt Eduard Frauenfeld 1861, mit glasüberdachtem U-förmigen Innenhof und viergeschoßigen offenen Pawlatschen.

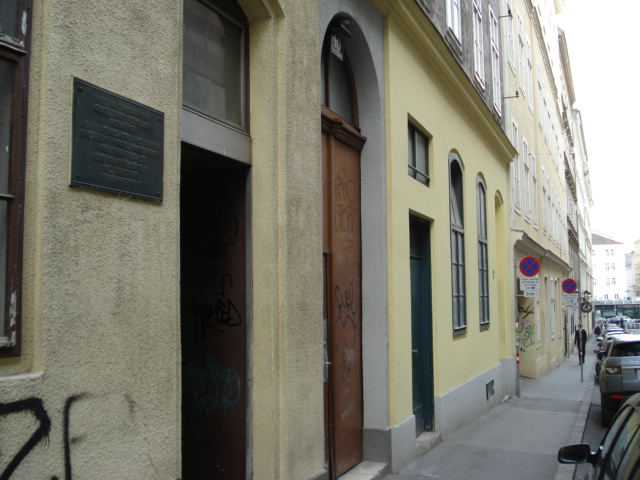
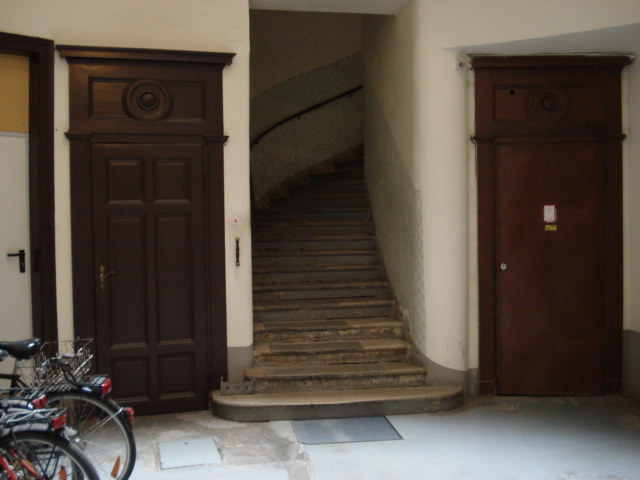
Eingangshalle und Stiegenbeginn
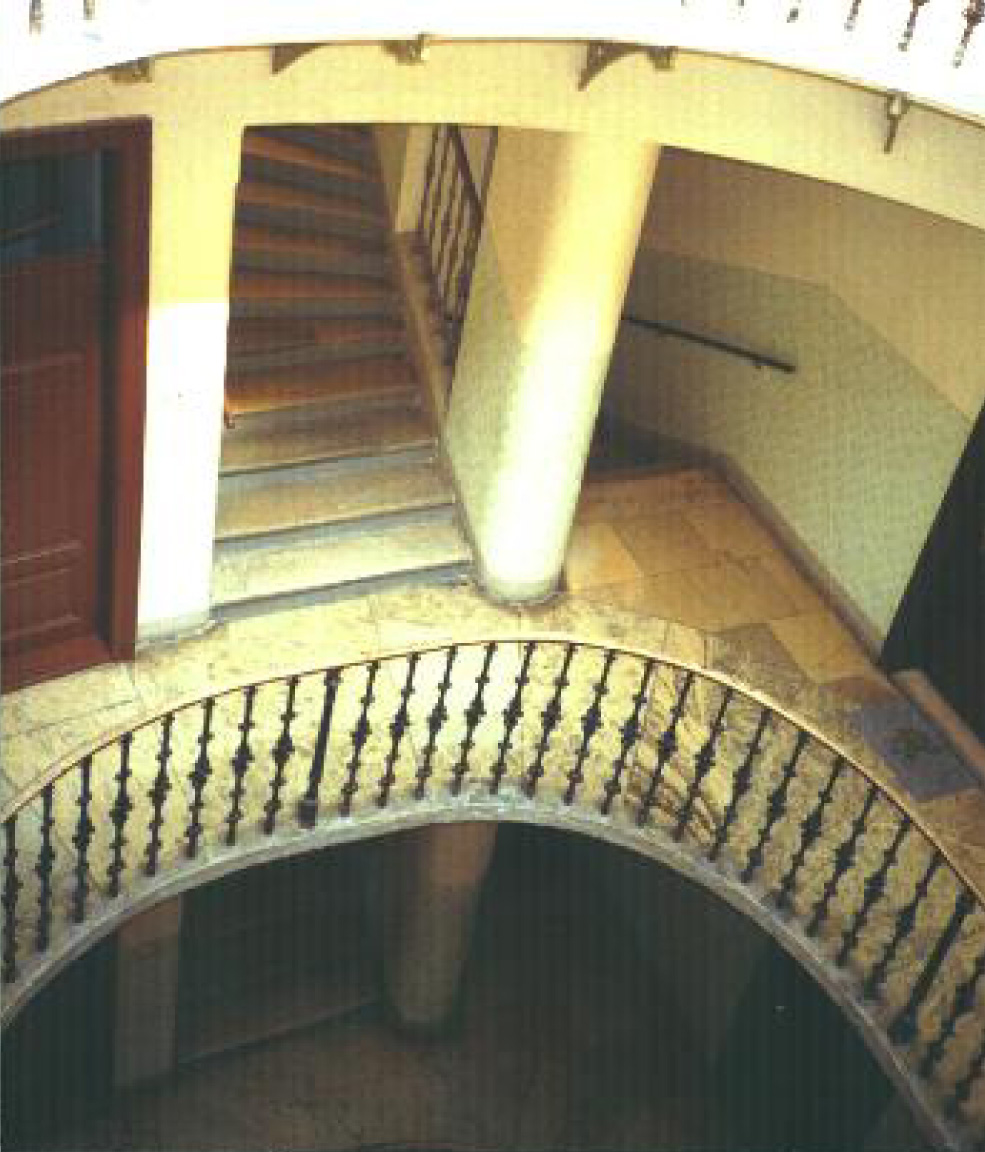
Innenhof, Stiegen mit Kaisersteinstufen

Das Stiegenhaus hat Kaisersteinstufen.

## Kaiserstein für den Bankier Eduard Freiherr von Todesco in seinem Repräsentationspalais bei der Ringstraße
Das Palais Todesco zählt zu den frühesten großen Palästen der Ringstraßenepoche, aber es liegt an der Kärntner Straße 51 gegenüber der Oper und wurde nahezu zeitgleich mit der Wiener Oper errichtet.
Das große Zinspalais in der oberen Kärntner Straße wurde in den Jahren 1861 bis 1864 von den Architekten Christian Ludwig Förster und Theophil Hansen für den Kaufmann und Bankier Eduard Freiherr von Todesco und dessen jüngeren Bruder Moritz erbaut. Vorbilder waren die italienischen Renaissancepaläste.

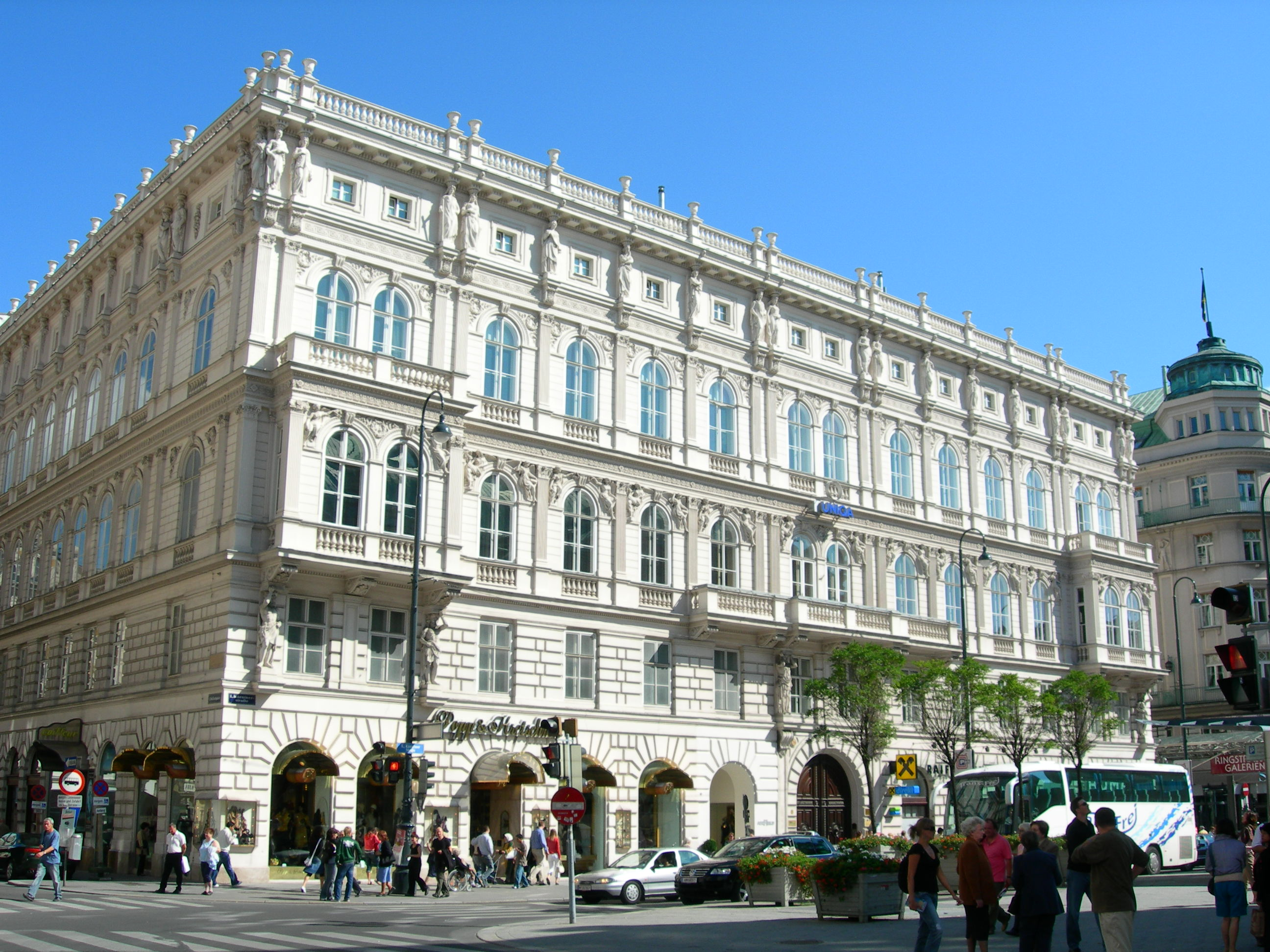
Palais Todesco
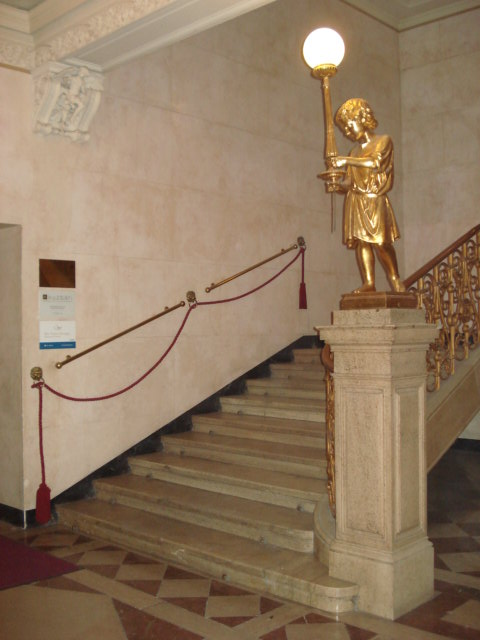
Beginn der Haupttreppe
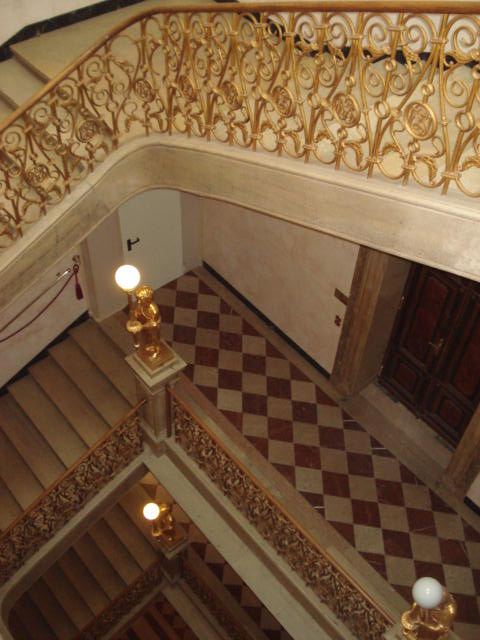
Haupttreppe Blick von oben
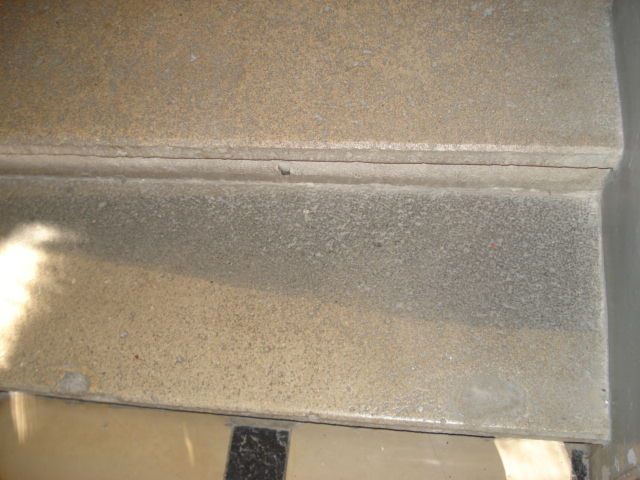
Kaisersteinstufe mit bläulichen Einsprengungen
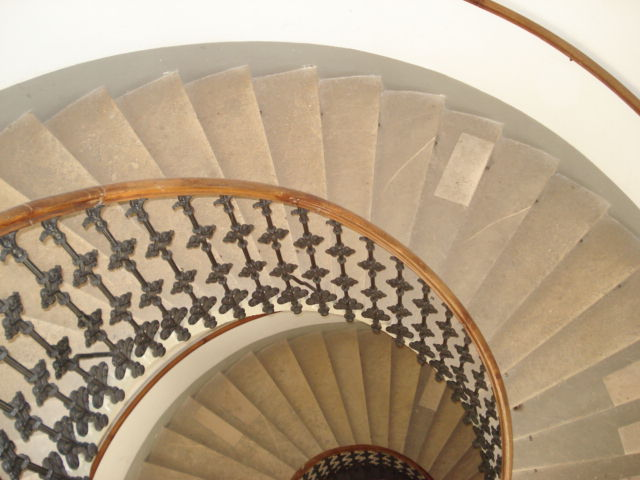
Vom Innenhof zum Stiegenhaus
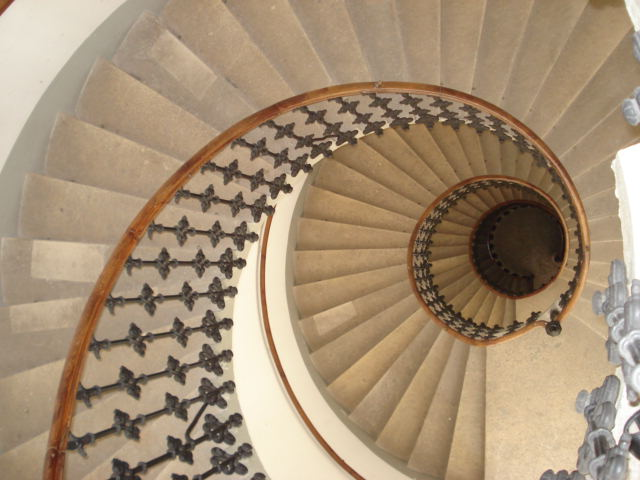
Stiegenhaus
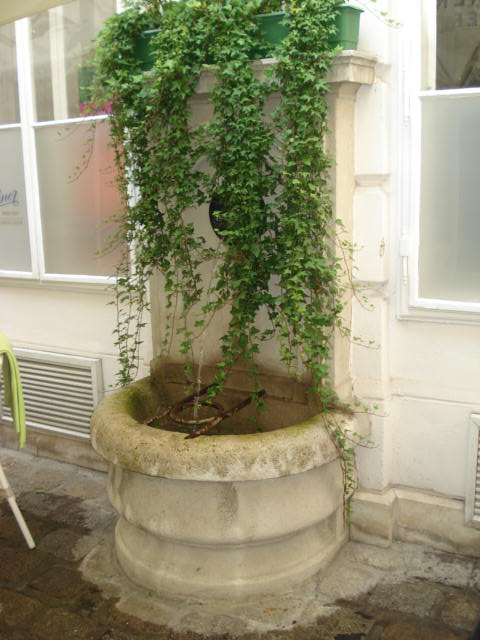
Hofbrunnen Kaiserstein

An der rechten Seite der folgenden Säulenhalle gelangt man über ein zweites Vestibül in das herrschaftliche Treppenhaus mit an wenigen Stellen restaurierten Spiegelstufen aus hartem Kaiserstein (wie in der Oper) bzw. in die der Hausherrenfamilie vorbehaltene Beletage. Die dreiläufige Treppe ist um einen offenen Schacht geführt. Sie wird von einem durchbrochenen schmiedeeisernen Geländer begrenzt. An den Ecken übernehmen Knabenfiguren aus Bronze mit den von ihnen gehaltenen Laternen die Beleuchtung. Ein Glasdach sorgt für zusätzliches Licht. Die Unterseiten der Treppenläufe sind stuckiert.
Zwei weitere große Stiegenhäuser, vom Innenhof erreichbar, mit Kaisersteinstufen, teilweise mit den bläulichen Einsprengungen. Im Innenhof ein Wandbrunnen, das Becken Kaiserstein, der Aufbau ist vollkommen verwachsen.
Der Innenhof des Palais wurde für den Hofzuckerbäcker Gerstner geöffnet, daher ist er öffentlich zugänglich.

## Kaiserstein für den Bankier Friedrich Schey von Koromla im Ringstraßenpalais
Von 1862 bis 1864 erbauten Johann Julius Romano und August Schwendenwein im Auftrag von Friedrich Freiherr Schey von Koromla das Palais mit Blick in den ehemaligen Kaisergarten der Hofburg.

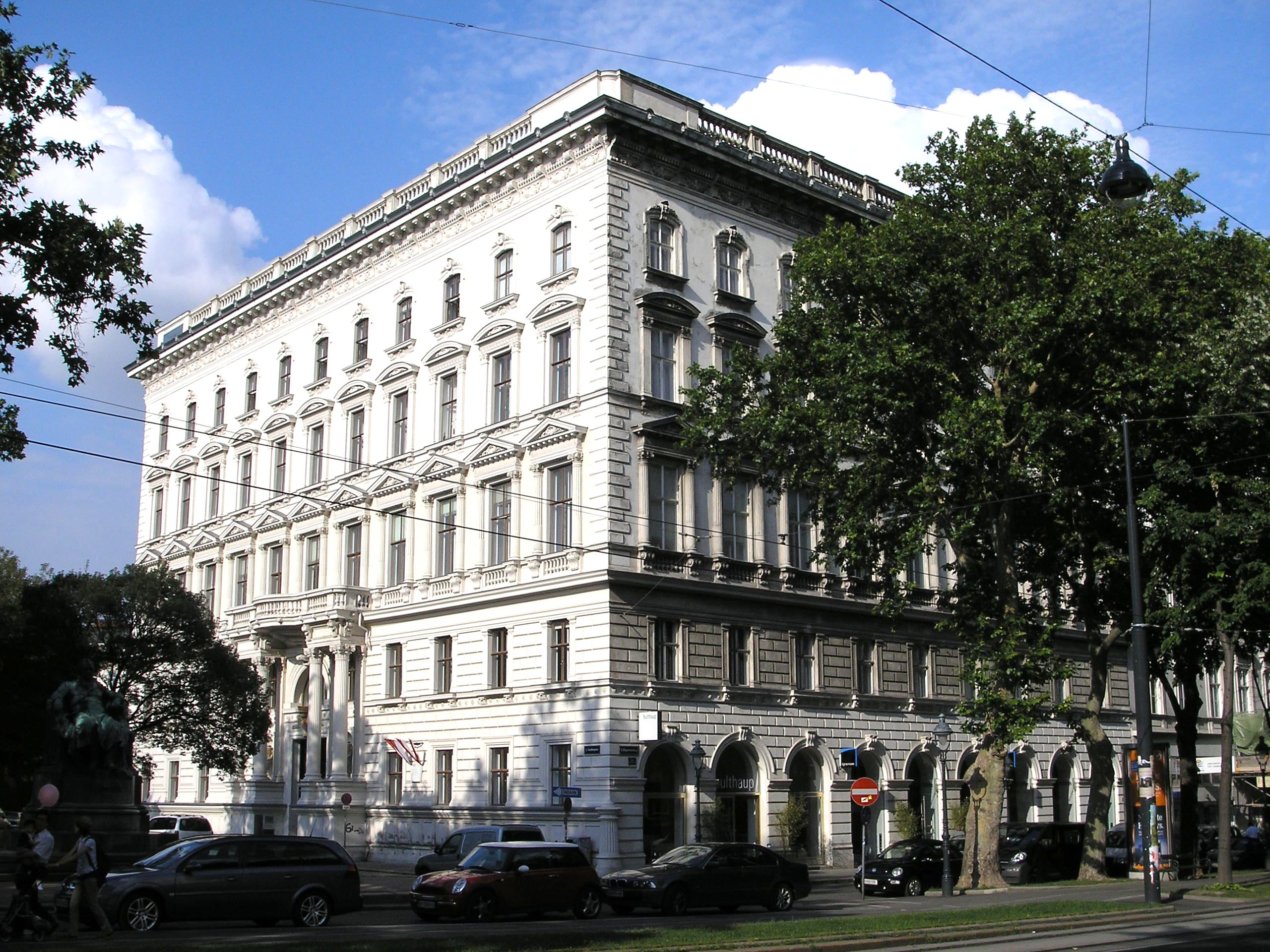
Palais Schey; li. Goethegasse Portal, re. Opernring
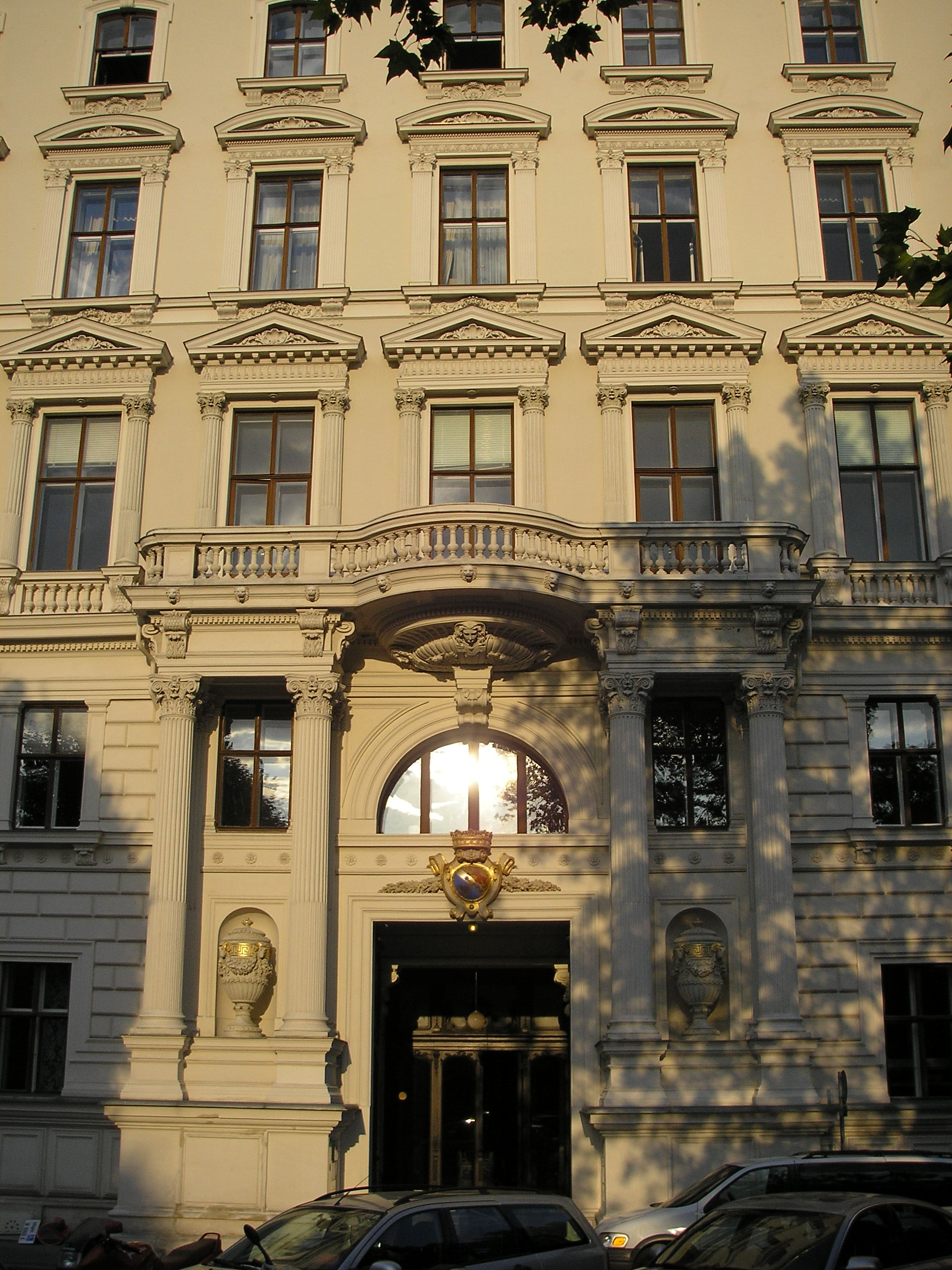
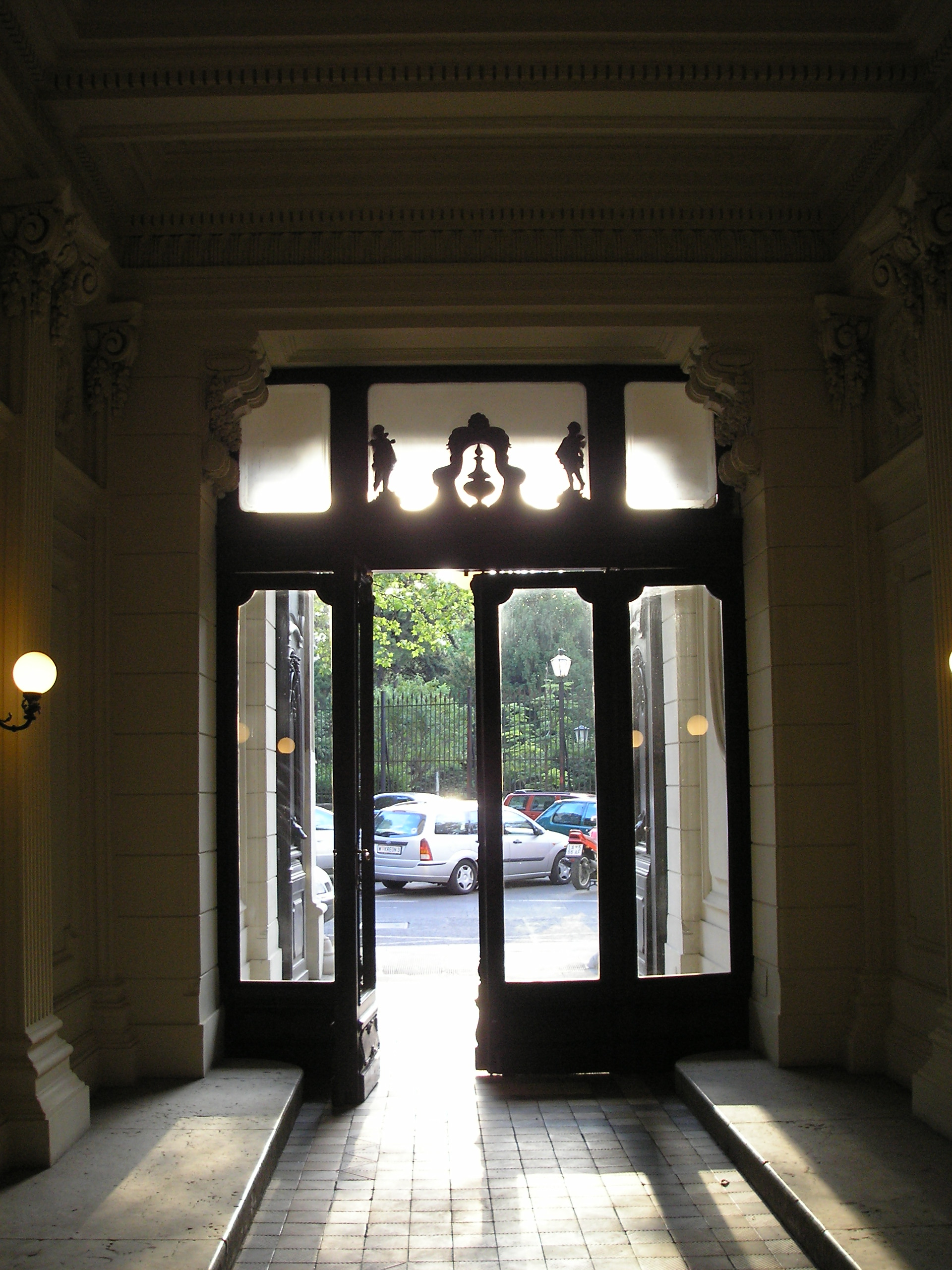
Einfahrt seitliche Steinplatten Kaiserstein
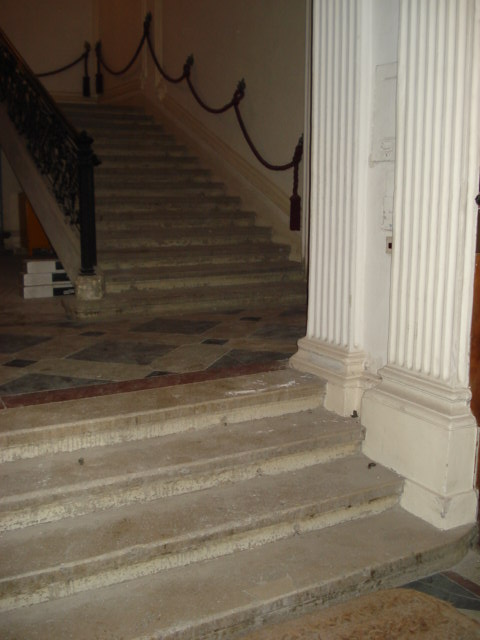
Antrittstufen zum Treppenhaus
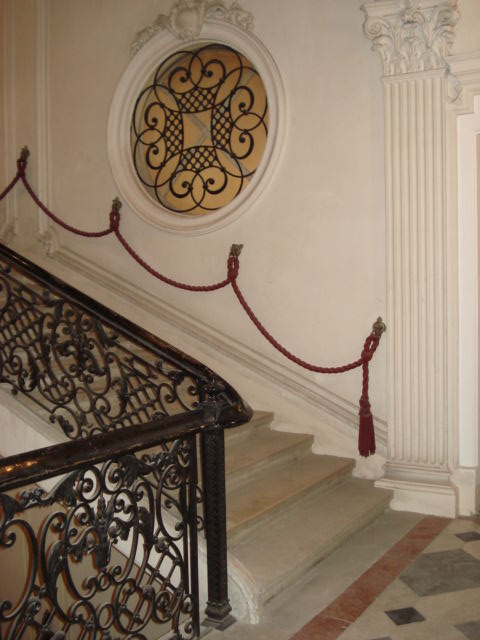
Freitragende Kaiserstein-stufen.
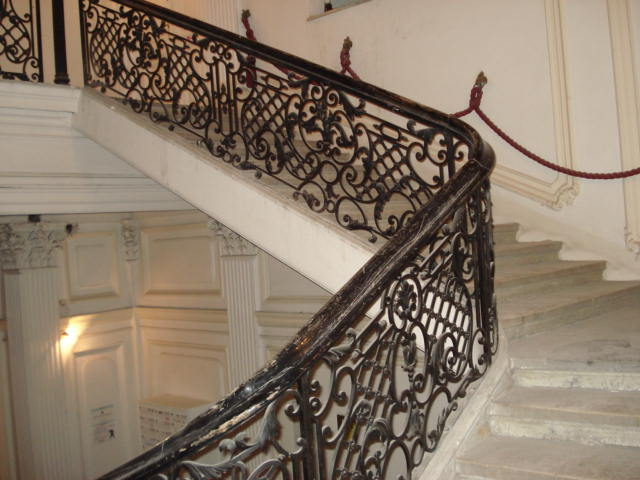
An der Wand Haltekordeln.

Die hohen Säulen am steinernen Eingangsportal in der Goethegasse 3 tragen einen Balkon im zweiten Stock, der „Beletage“. Der Innenhof führt zu zwei weiteren Stiegenhäusern mit Kaisersteinstufen.

## Kaiserstein für den Sockel des Stadtparkgitters
Der Stadtpark wurde 1862 auf den Gründen des ehemaligen Wasserglacis, das bei der Erbauung der Ringstraßenzone verschwand. Nach Plänen des Landschaftsmalers Joseph Selleny und des Stadtgartendirektors Rudolf Siebeck.
- Der Sockel des Stadtparkgitters aus dem Kaiserstein des Buchthal-Bruches.[245]

## Kaiserstein für das Wohn- und Geschäftshaus „Christinenhof“ am Schubertring

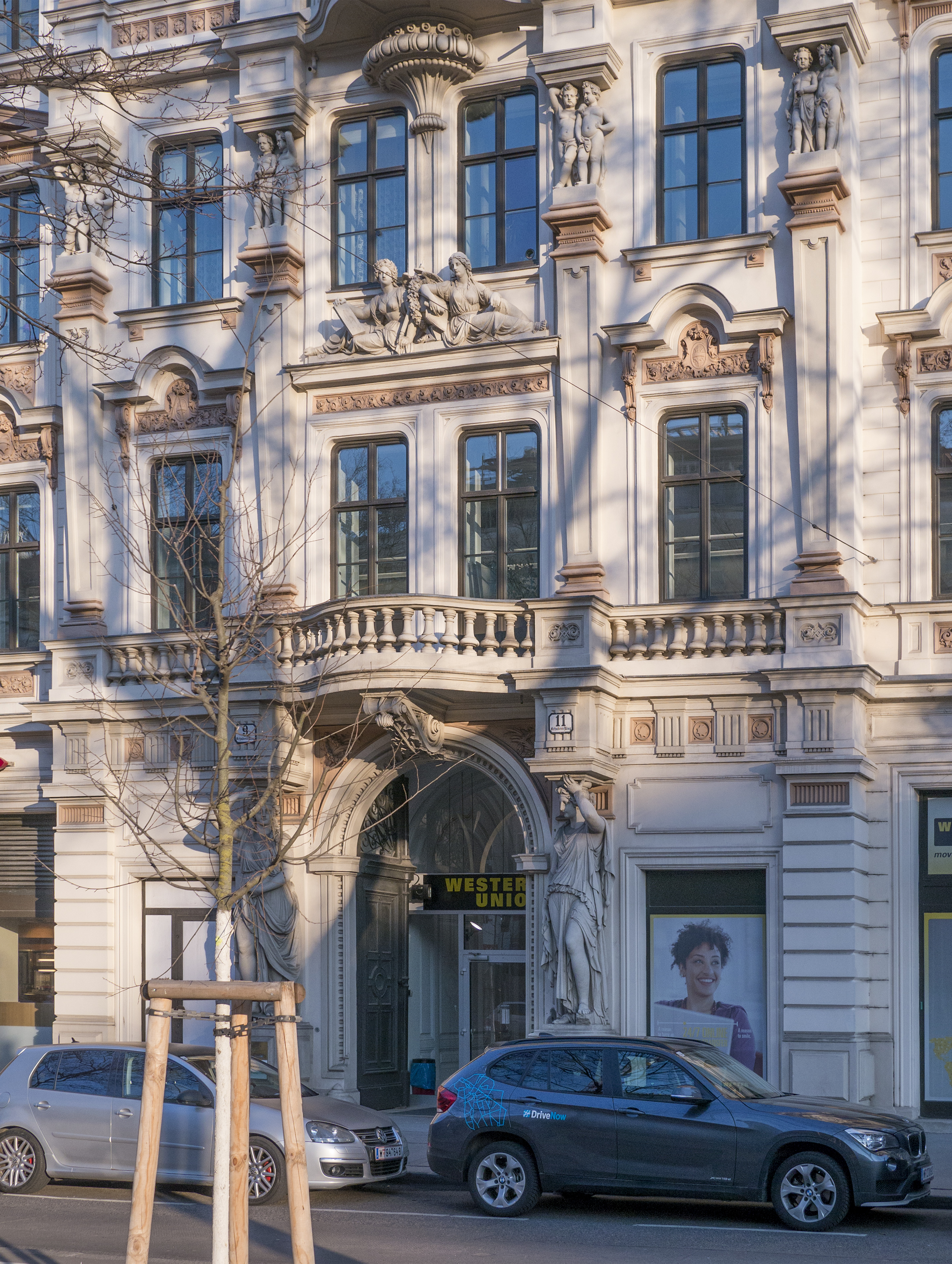
Hauptportal von Karyatiden flankiert

Dieser freistehende frühhistoristische Wohnhof mit skulptural gestaltetem Mittelrisaliten (der ein Karyatidenportal, konvexe Balkone, Atlanten auf Hermenpilastern, weibliche Sitzfiguren und einen Attikaaufsatz mit Putten aufweist) sowie zwei genuteten Eckrisaliten wurde 1863 bis 1865 von Ludwig Zettl erbaut. Vier freitragende Wendeltreppen bestehen aus Kaiserstein.

## Kaiserstein für Kaiser Franz Joseph I., die k.k. Hofoper
Als der Gesamtplan für die Wiener Ringstraße feststand, und die Demolierung der Stadtmauer rasch fortschritt, wurde zur „Erlangung der Pläne“ für den Bau eines kaiserlichen Opernhauses ein Wettbewerb ausgeschrieben.
Die Pläne der beiden Wiener Professoren Eduard van der Nüll und August von Siccardsburg erhielten den ersten Preis, der Kaiser gab am 28. Oktober 1861 seine Zustimmung zum Bau und am 16. Dezember 1861 erfolgte der erste Spatenstich. „Im Beisein zahlreicher Notabilitäten und des gesamten bei dem Bau beschäftigten Personales“ wurde am 20. Mai 1863 die feierliche Grundsteinlegung vorgenommen.

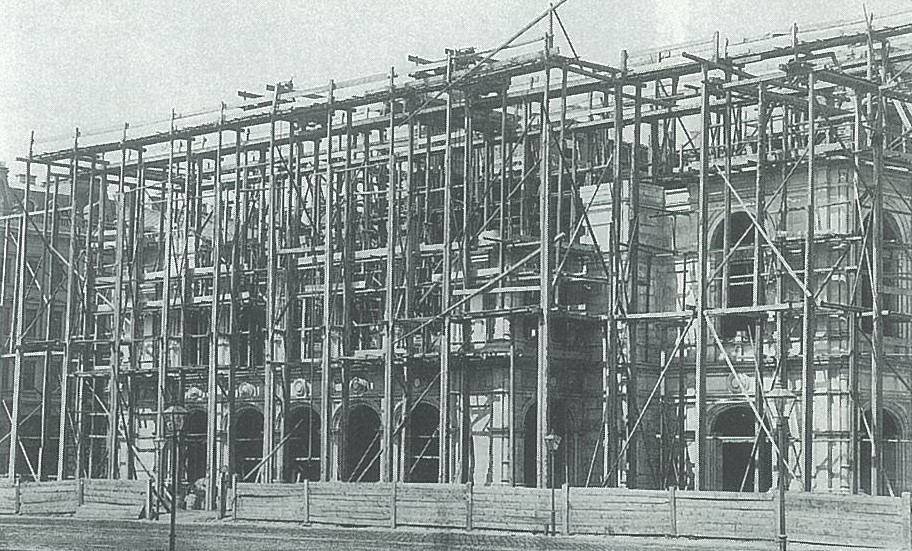
Bau der Hofoper, ab 1861–1869 (Steinmetzfirma Eduard Hauser)
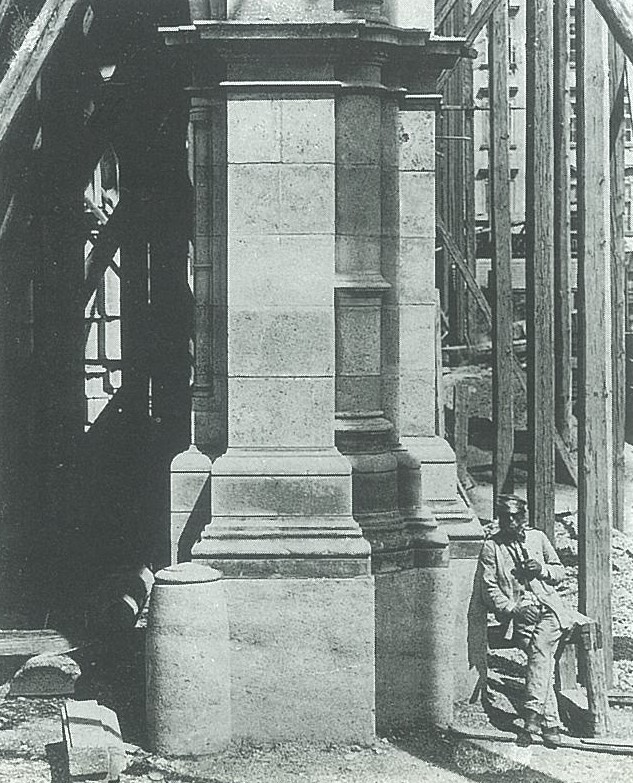
Eckpfeiler, Dienstmann zur Einschätzung der Dimensionen
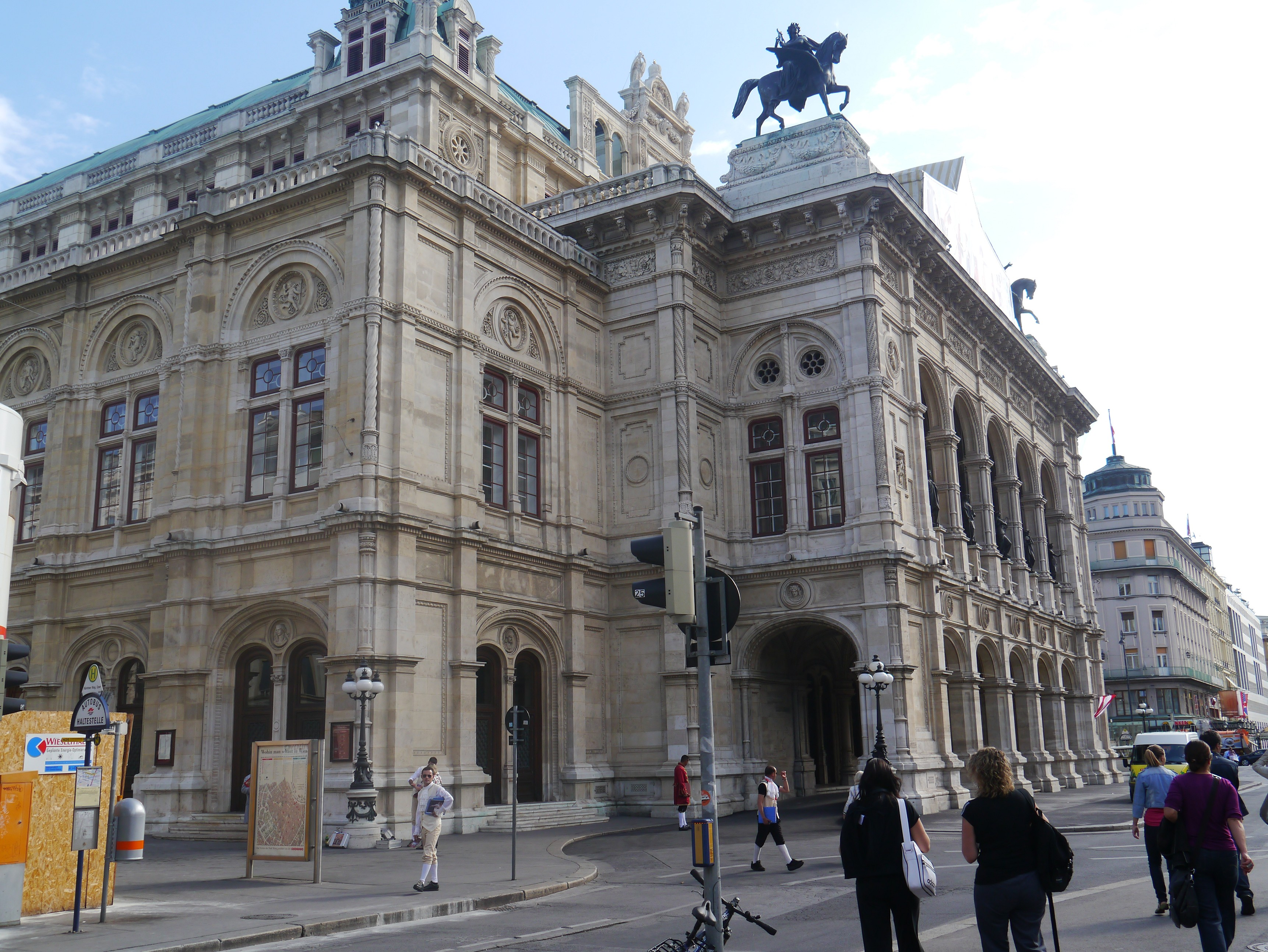
Operngebäude
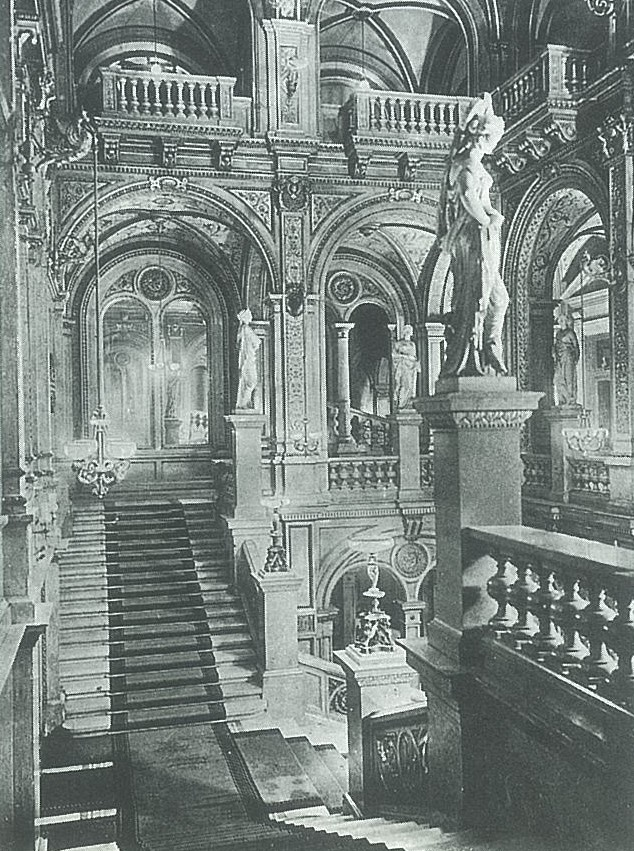
Feststiege, Stufen Kaiserstein Firma Amelin 1869
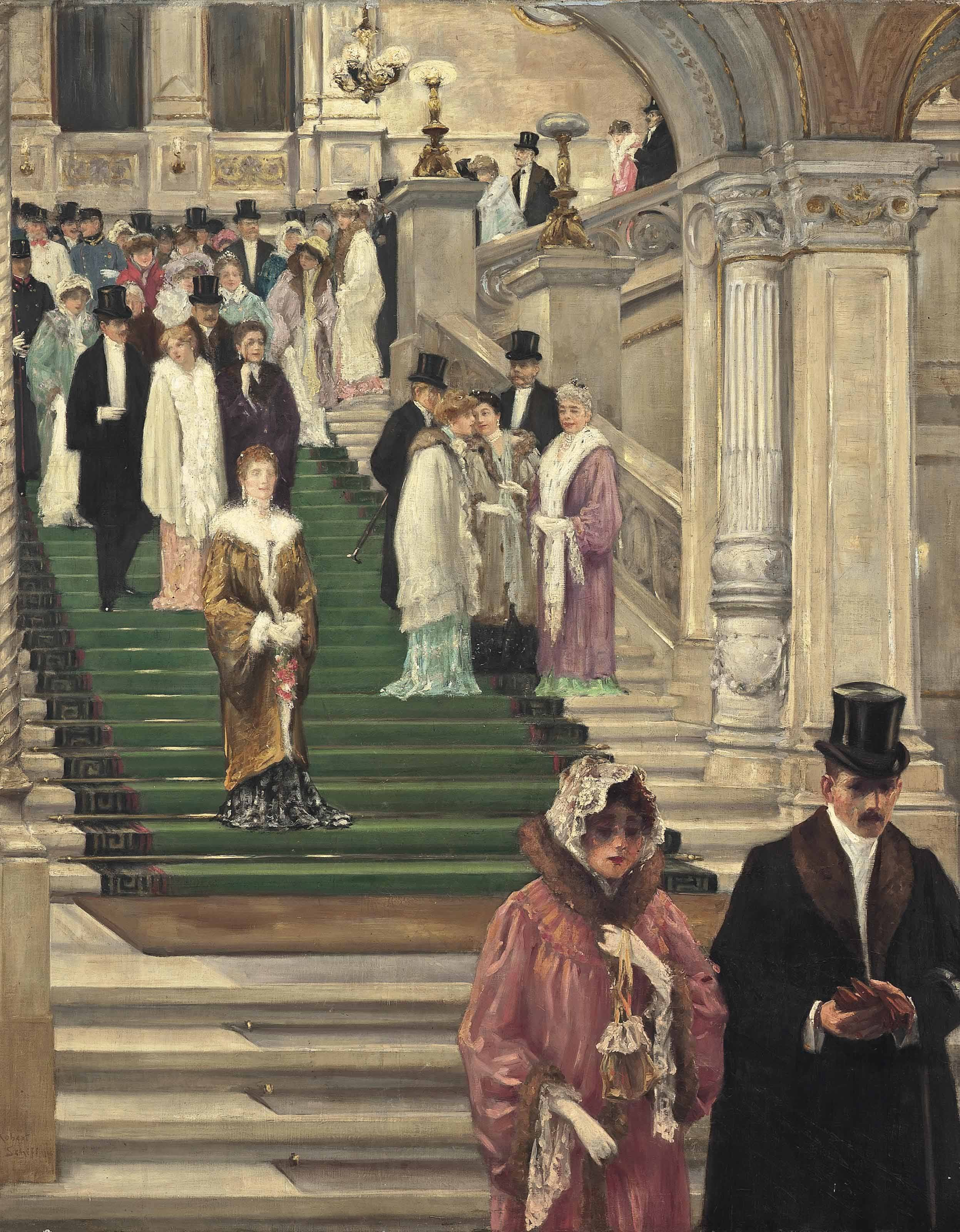
Operntreppe um 1900 Robert Schiff
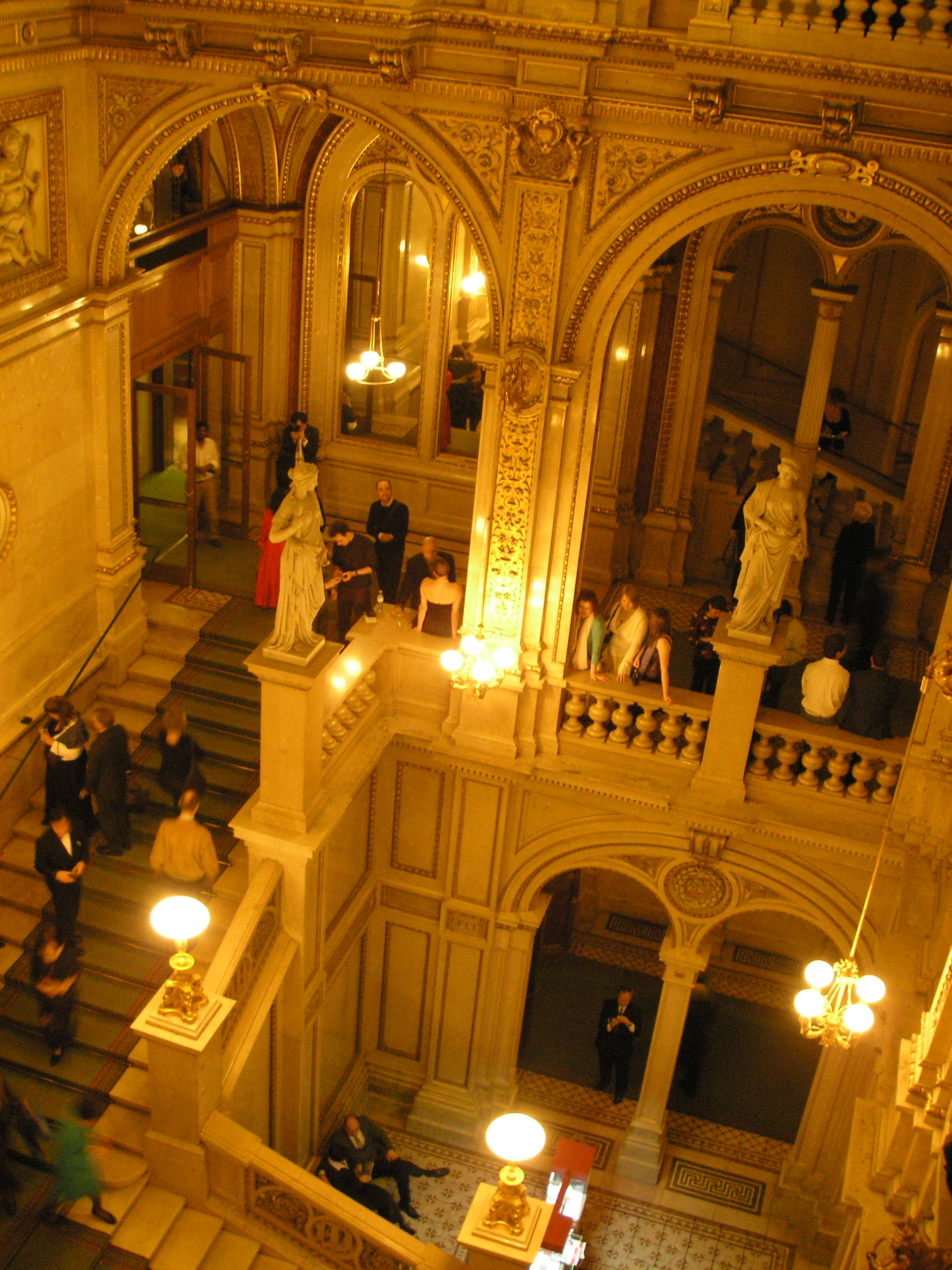
Heute

Eine Abordnung aus Kaisersteinbruch war da mit Sicherheit auch dabei, Johann Amelin, Johann Krasny, Peregrin Teuschl, Franz Winkler, Ferdinand Krukenfellner u. a. Die Entscheidung, die Hofoper als Steinbau zu errichten, brachte für den Kaiserstein bedeutende Aufträge. Einige Beispiele:
- 1. Juni 1864: Härtesten Stein für die Hauptanfahrt. In das Erfordernis zur Kategorie II – sehr harter Kaiserstein und Wöllersdorfer Stein sind einzubeziehen die vordere Wagen-Anfahrt gegen die Ringstraße, welche ursprünglich aus Kelheimer Stein, Kategorie III (weichere Steinarten) herzustellen beantragt war, aus Rücksicht der Solidität.
- Siccardsburg forderte im Juni 1865 von den Herrn Steinmetzmeistern: „… diesen Sommer und Herbst sind die beiden Hoflogenstiegen, die große Logenstiege, und die beiden kleinen Verbindungstreppen in all ihren Teilen, Stufen, Geländer und Pfeiler, Säulen und Postamente zu vollenden, damit selbe … versetzt werden können …“[247] Die Stufen der Haupttreppen sind aus Kaiserstein, einem dichten, harten Leithaalgenkalk von Kaisersteinbruch. Das reichgegliederte Geländer ist aus Untersberger Marmor.

„Wenn jedes Jahr Stars und Sternchen, Politiker und Prominente am Donnerstag vor Faschingsende über die Feststiege zum wohl glanzvollsten Höhepunkt der Wiener Ballsaison emporsteigen, dann weiß kaum einer von ihnen, dass es der „Kaiserstein“ ist, der ihn nach oben bringt. So, wie in der Wiener Oper sind viele Gebäude und auch Brunnen in der Hauptstadt mit dem harten Stein aus Kaisersteinbruch ausgestattet: Ob Hofburg (DER SCHWEIZERHOFBRUNNEN VON 1552, DER ÄLTESTE STEINBRUNNEN WIENS), Schloss Schönbrunn, Karlskirche, die Albertina, Schloss Neugebäude oder die Gloriette. Am Kaiserstein führte früher kein Weg vorbei.“
- 3. Oktober 1867: Reliefmedaillons aus hartem Kaiserstein. Sieben in Kaiserstein auszuführende Bau-Relief für die Loggia im neuen Operntheater. August Sommer, Bildhauer.

## Kaiserstein für den Industriellen Franz Mayr von Melnhof, in seinem Palais in der Operngasse

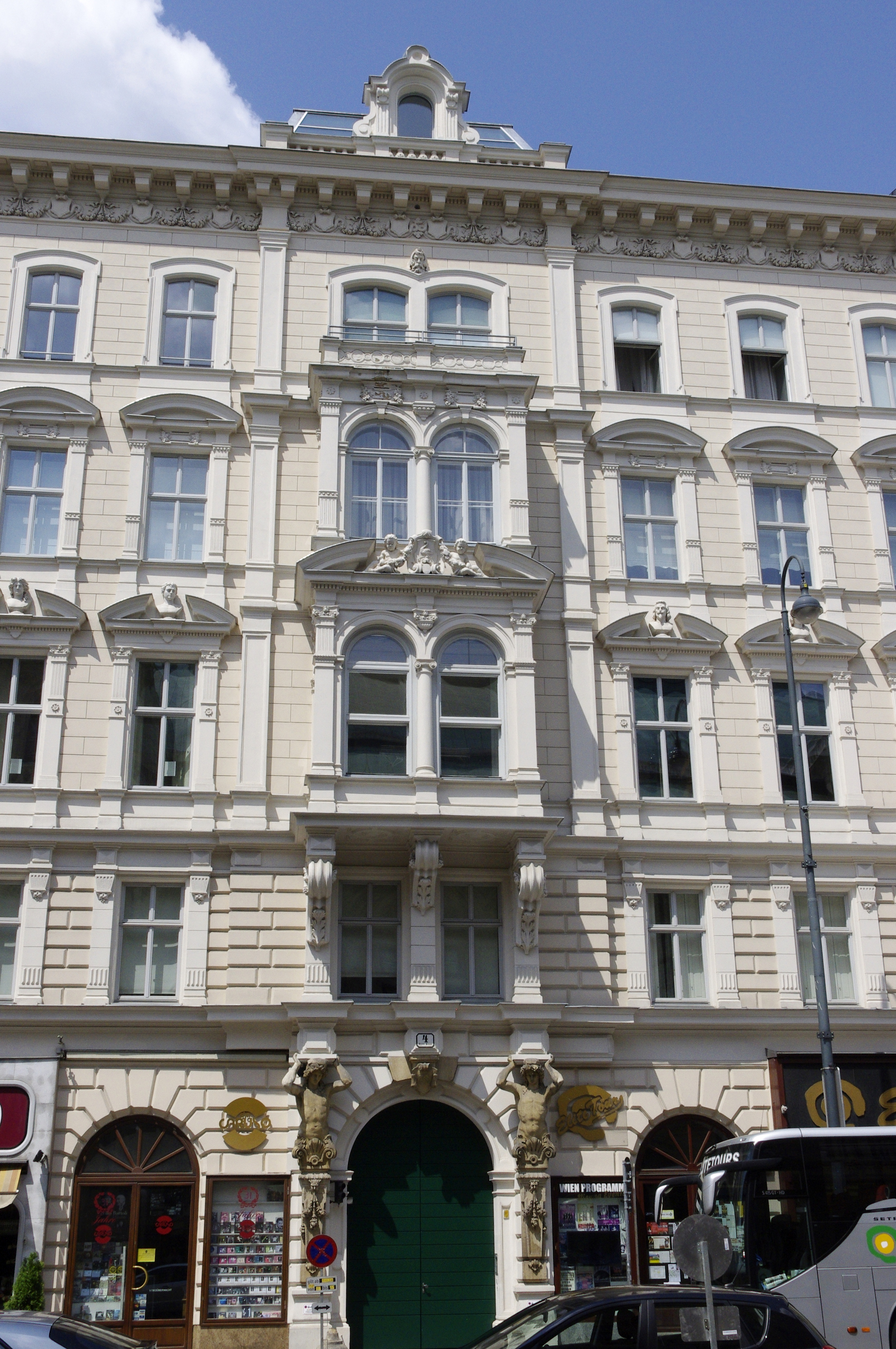
Operngasse 4
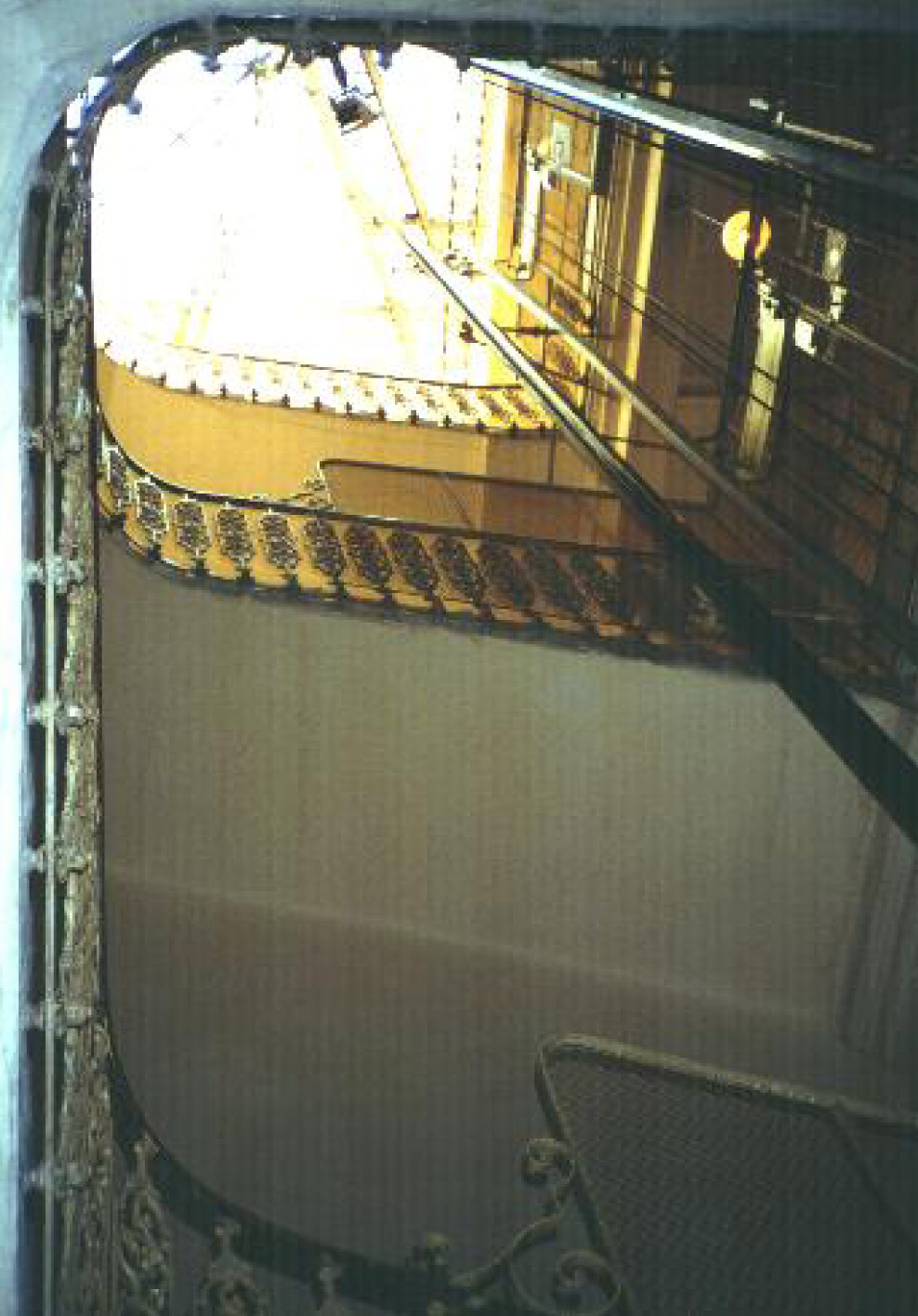
Stiegenhaus mit freitragenden Kaisersteinstufen

Auf dem Areal von Operngasse 4,6 (auch Hanuschgasse, Goethegasse und ein Teil der Wiener Staatsoper) erstreckte sich die 1548–1552 erbaute Kärntner Bastei, später Augustinerbastei.
Der Architekt Anton Hefft erbaute 1862–1864 für den Industriellen Franz Mayr von Melnhof das Palais. Das stattlich dimensionierte Stiegenhaus mit freitragenden Stufen aus Kaiserstein.

## Kaiserstein für Bankier Adalbert Zinner, sein Wohn- und Geschäftshaus Opernring 8

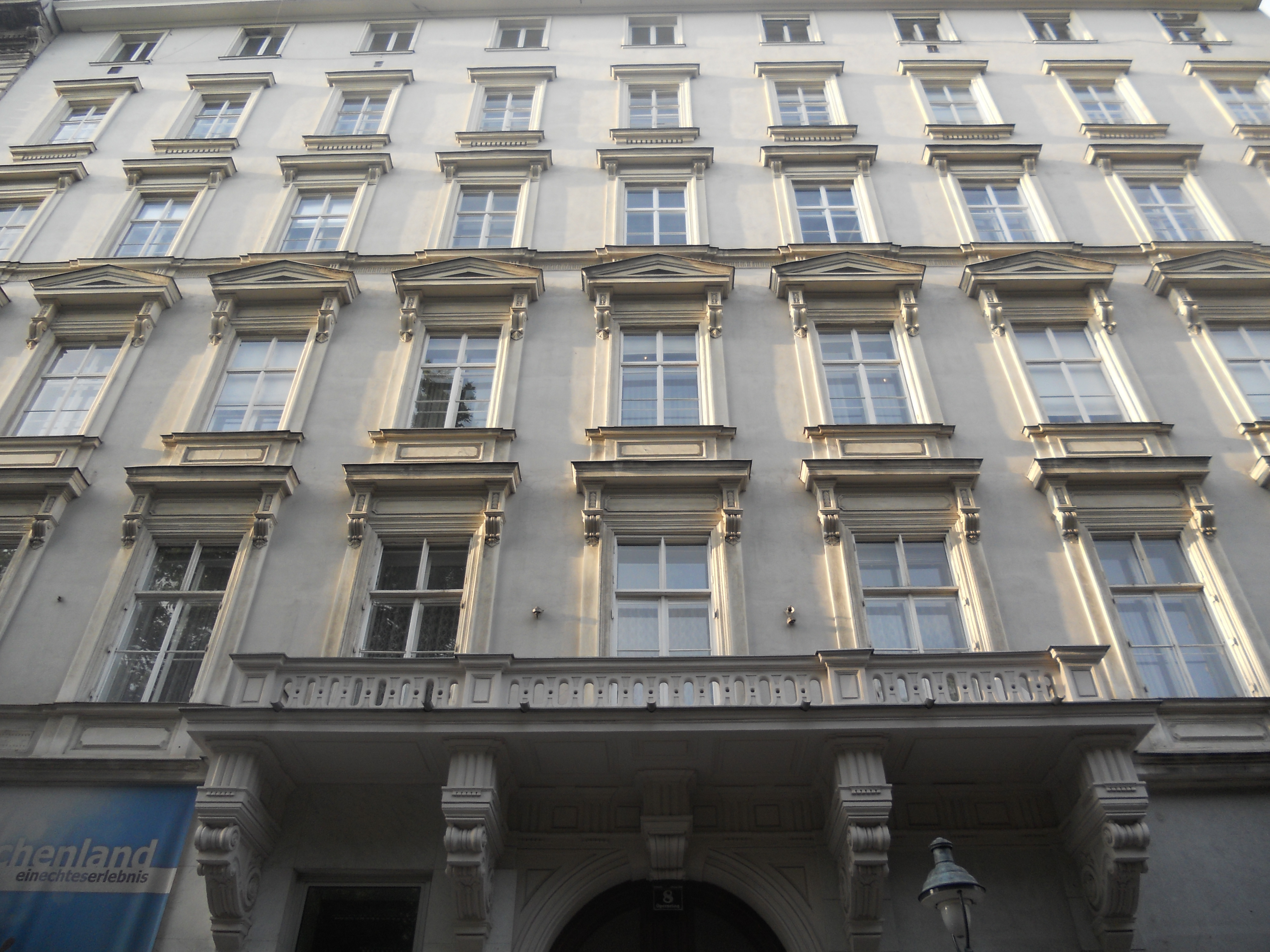
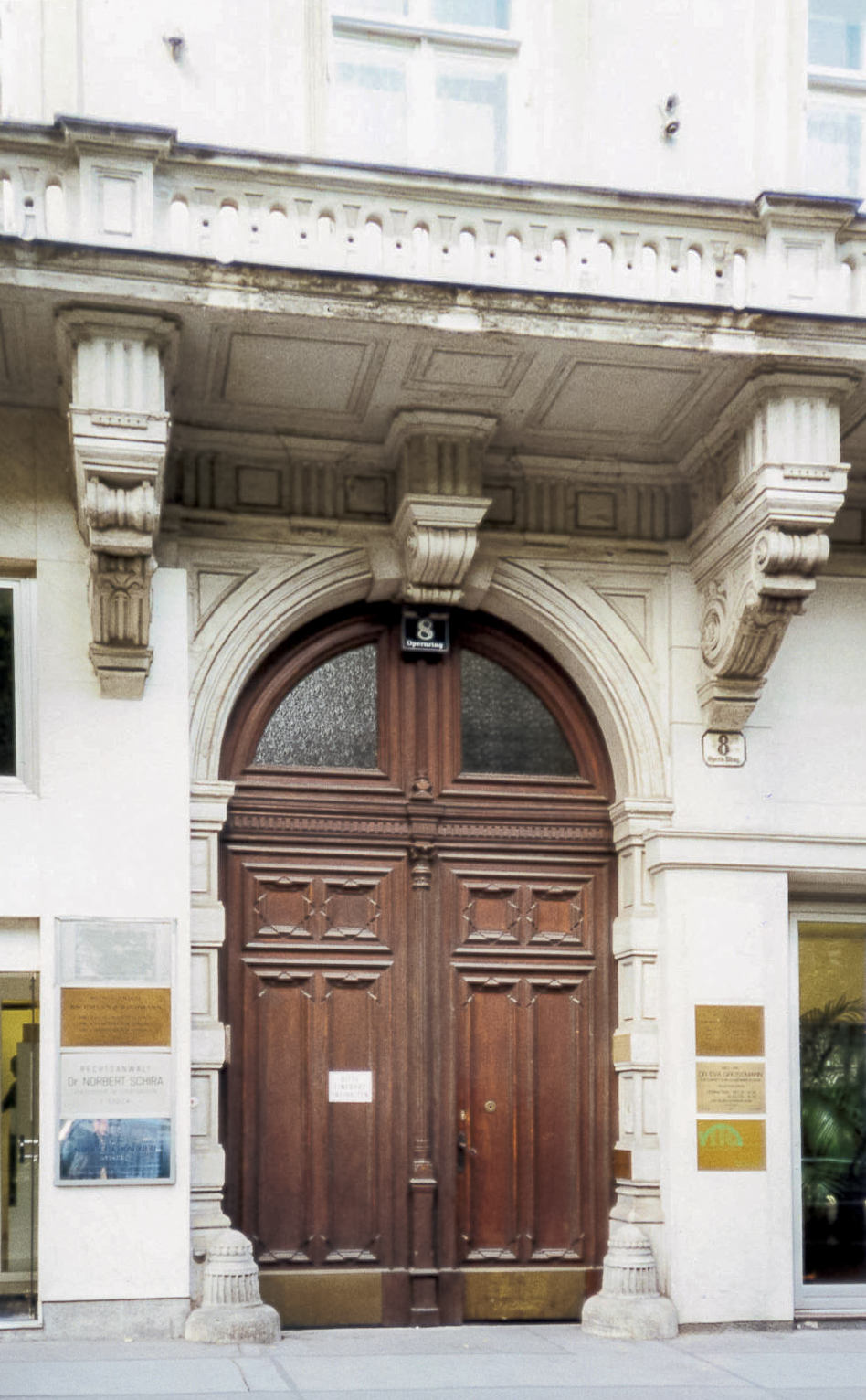
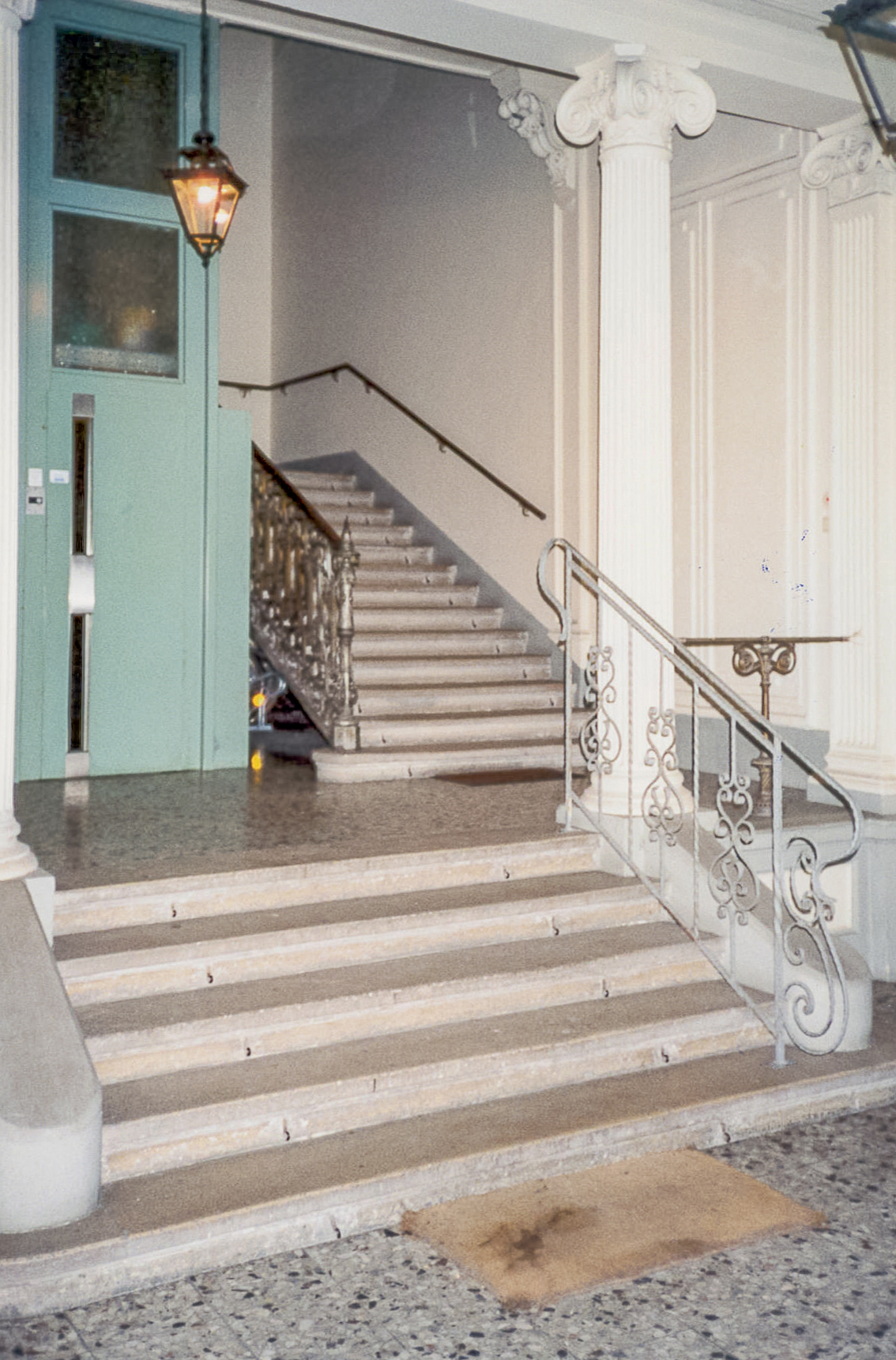
Eingangshalle zum Stiegenhaus
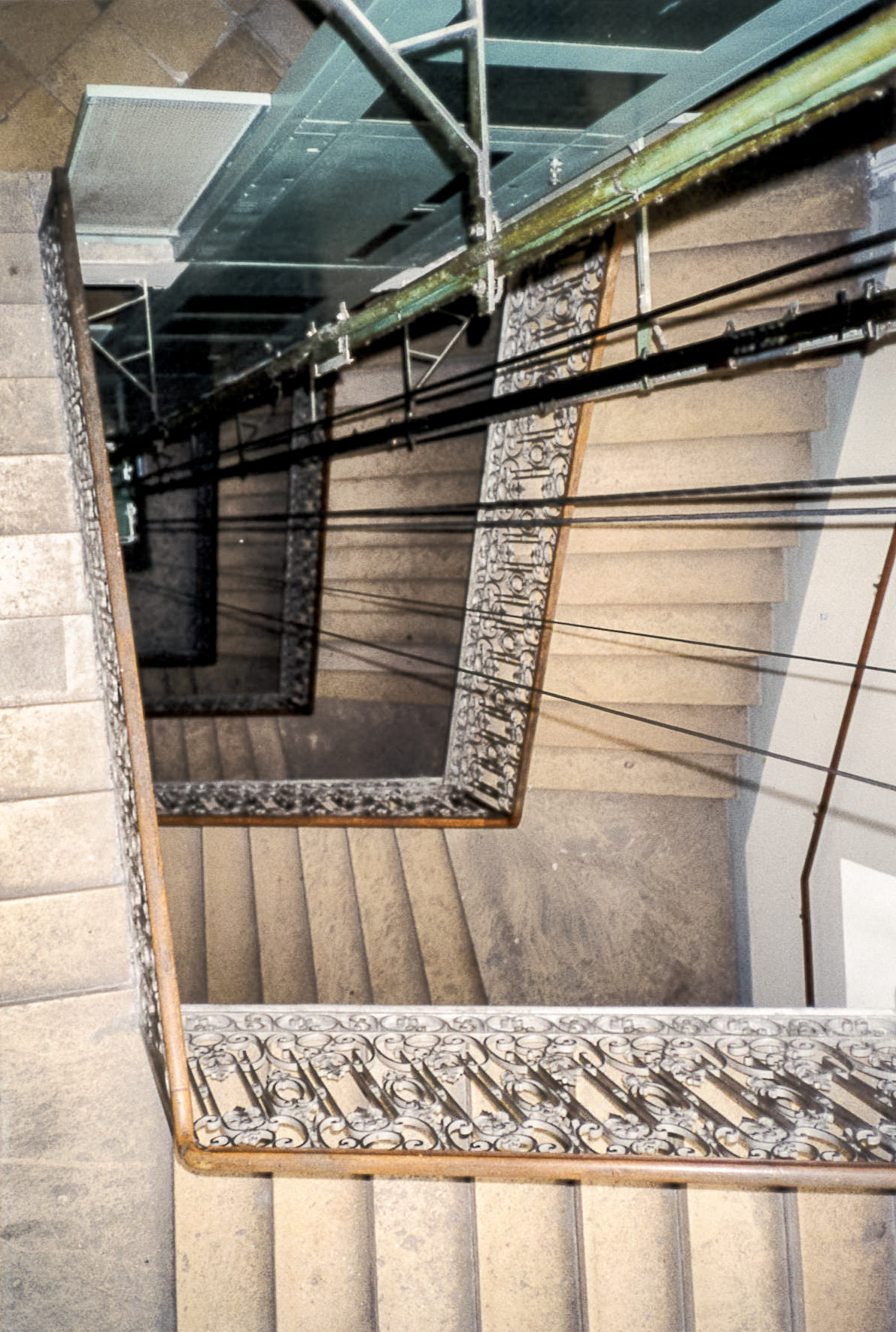

Dieses Gebäude wurde 1862 von Johann Romano von Ringe und August Schwendenwein von Lanauberg erbaut.
Verputzter Ziegelbau, großes Stiegenhaus mit Kaisersteinstufen, die Steinsäulen im Eingangsbereich sind wegen Anstrichs nicht bestimmbar.

## Kaiserstein für Alexander Ritter von Schoeller in seinem Wohn- und Geschäftshaus Opernring 6

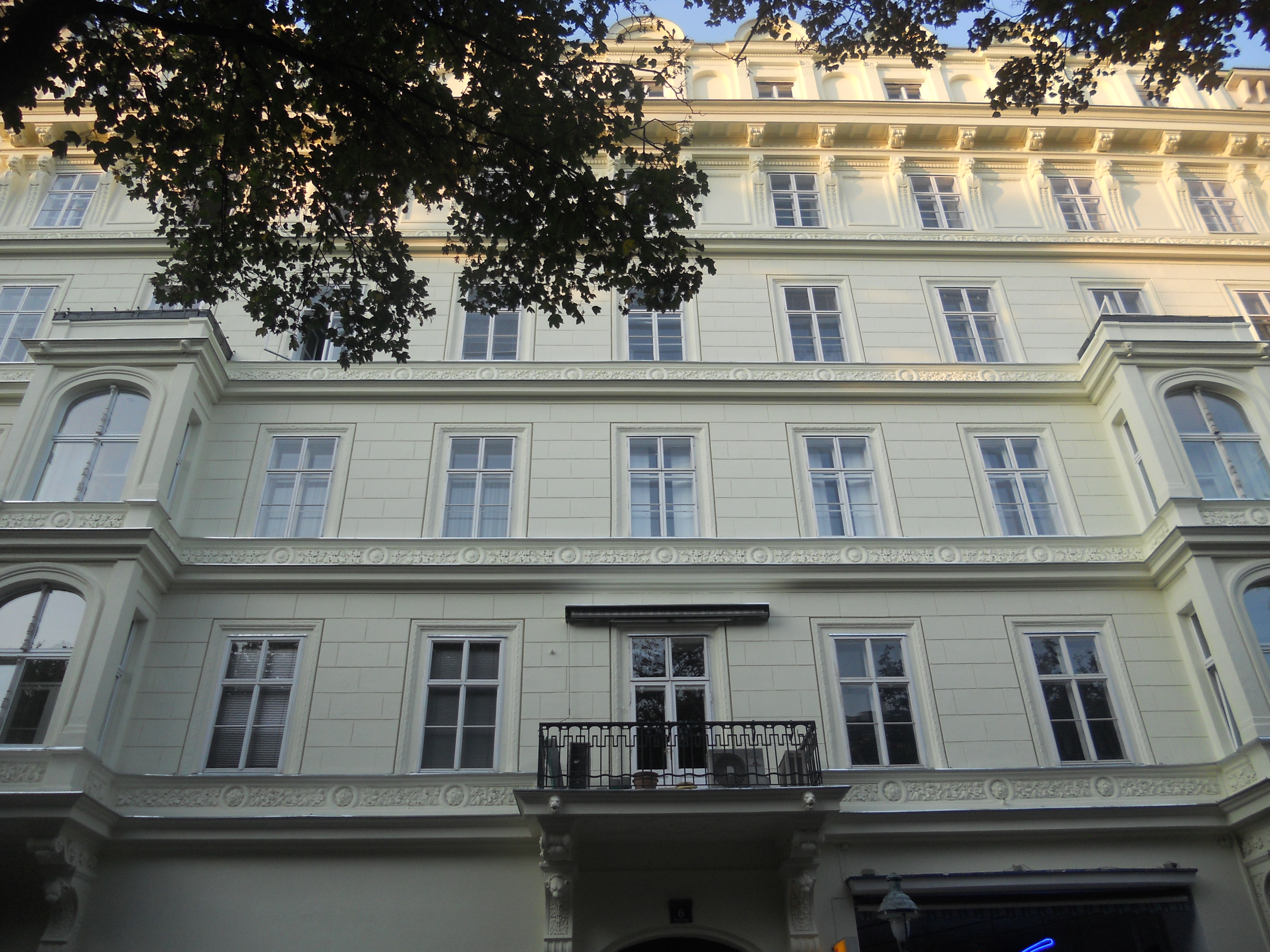
Opernring 6
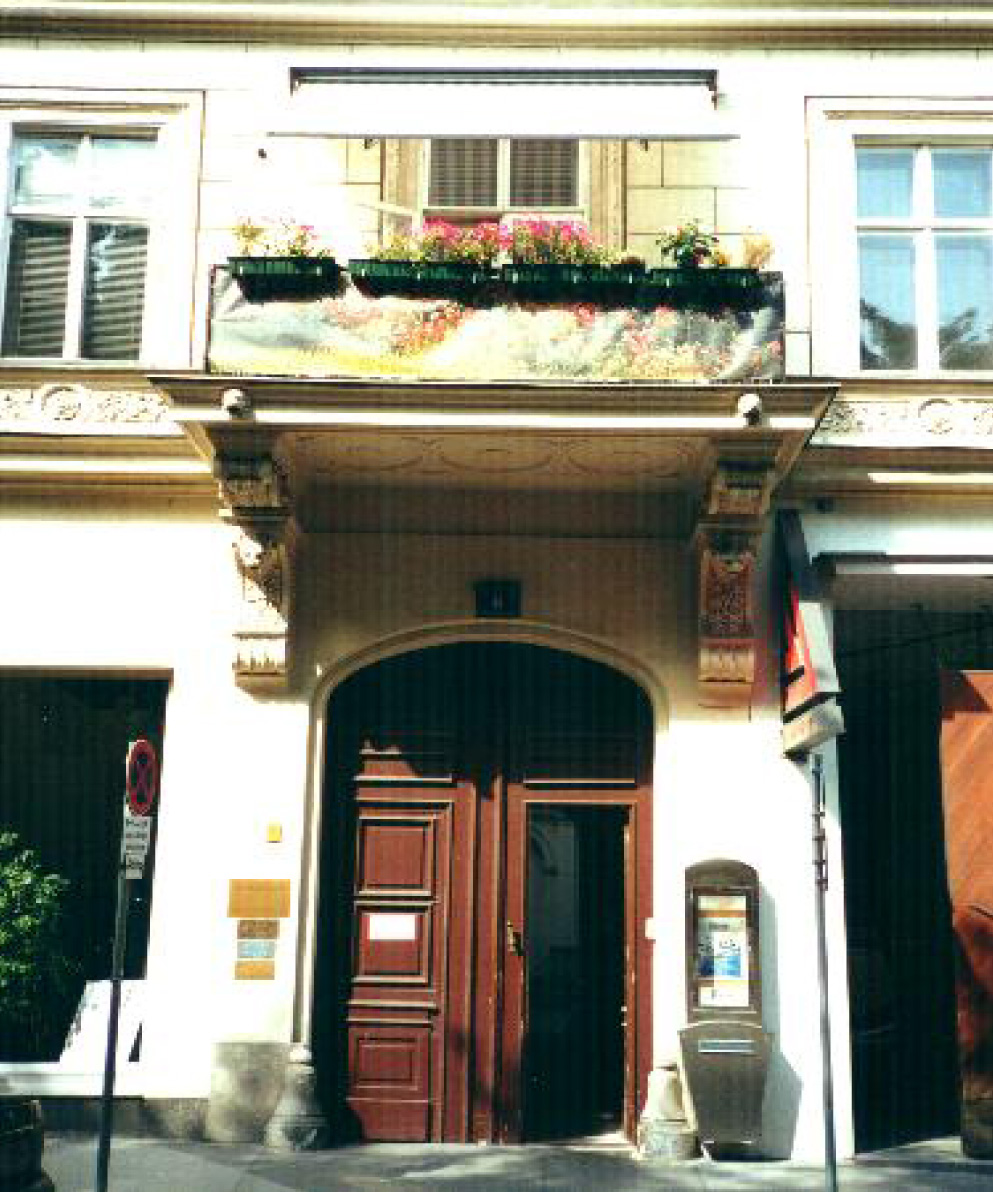
Portal
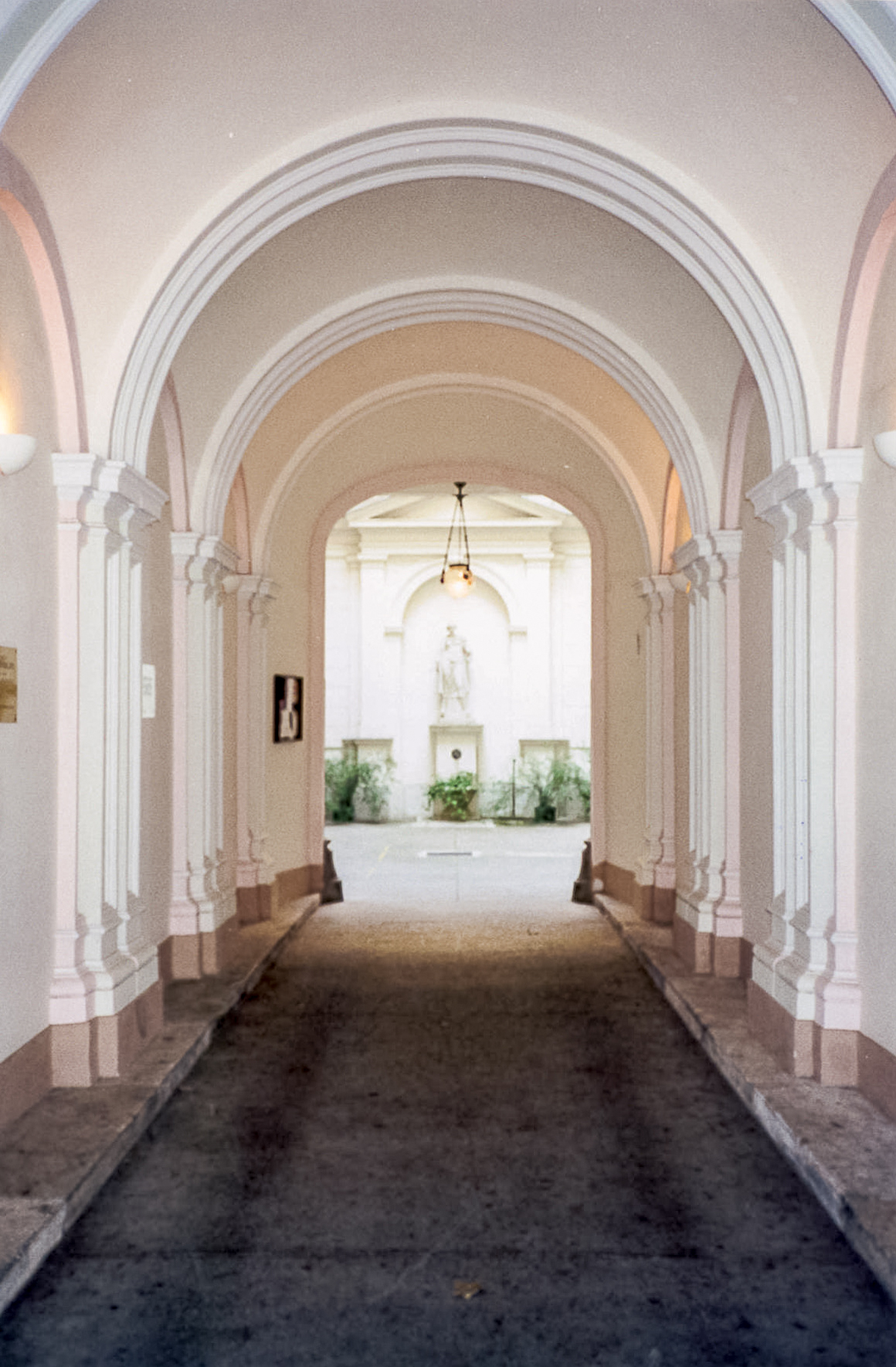
Hauseinfahrt
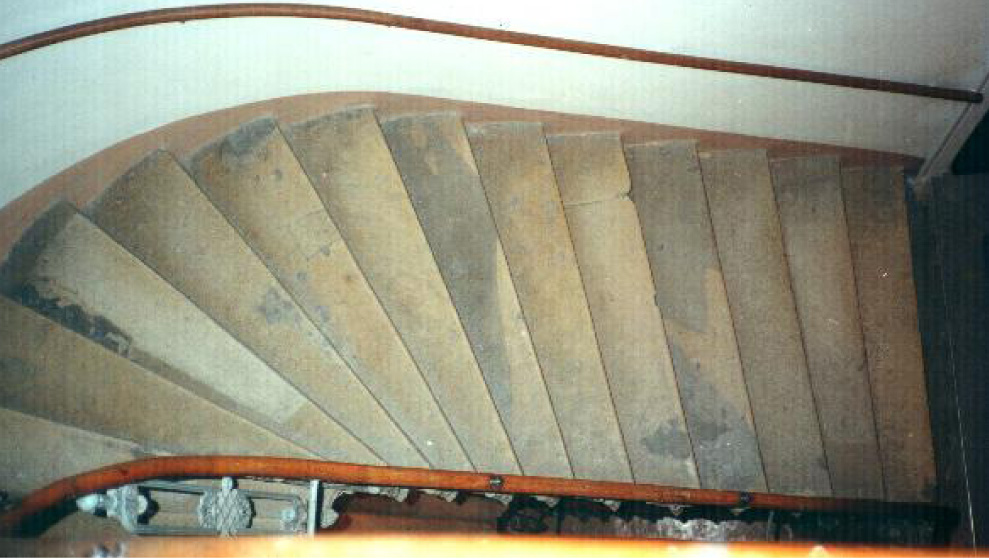
Stiege

Dieses frühhistoristische Wohnhaus mit größtenteils erhaltener Fassade wurde 1862/63 vom Prager Architekt Josef Hlávka für Alexander Ritter von Schoeller erbaut. Ein Putzbau, Erker im ersten und zweiten Geschoß, im Hof Hausbrunnen „Ceres“. Das Stiegenhaus mit Kaisersteinstufen, mehrere bläuliche Einsprengungen.

## Kaiserstein für das Haus des Österr. Automobil-, Motorrad- und Touring-Clubs

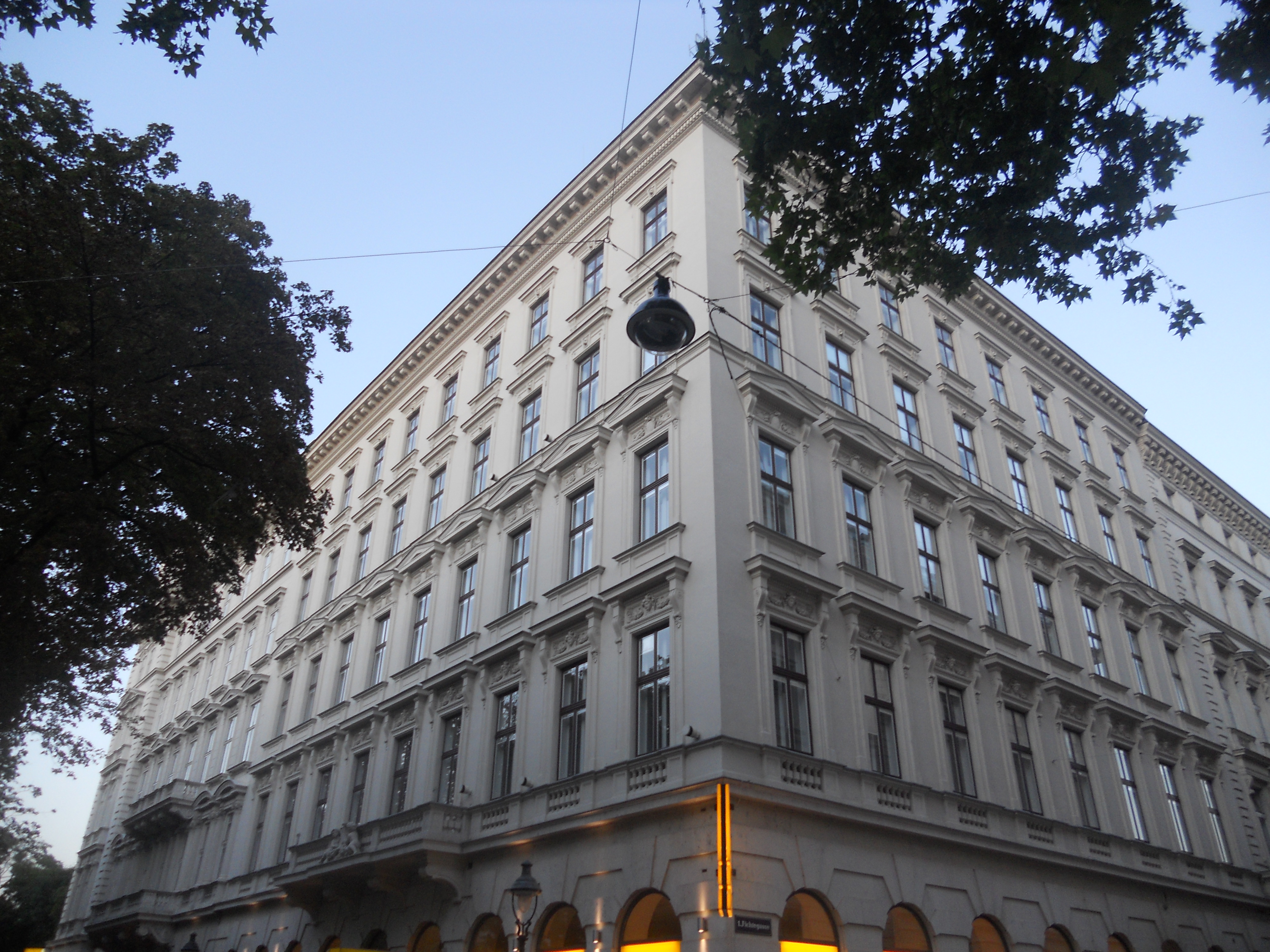
ÖAMTC-Haus

Dieses strenghistoristische Eckhaus in den Formen der Neu-Wiener Renaissance wurde 1864 von Romano/Schwendenwein erbaut. Es weist additiv angeordnete Giebelfenster auf sowie über dem einfachen Portal einen Balkon mit Putten, die ein Wappen mit Anker halten. Stiegenstufen aus Kaiserstein. Das Haus steht unter Denkmalschutz (Listeneintrag).

## Kaiserstein für Kaiser Franz Joseph I., den monumentalen Danubiusbrunnen hinter der Oper
Der Bau des Brunnens begann 1864, die Enthüllung fand 1869 statt; zuvor hatte die Hofoper in ihrem neuen Haus den Betrieb aufgenommen. Anlässlich der Enthüllung des Brunnens wurden die Brunnenfiguren der Stadt Wien geschenkt.

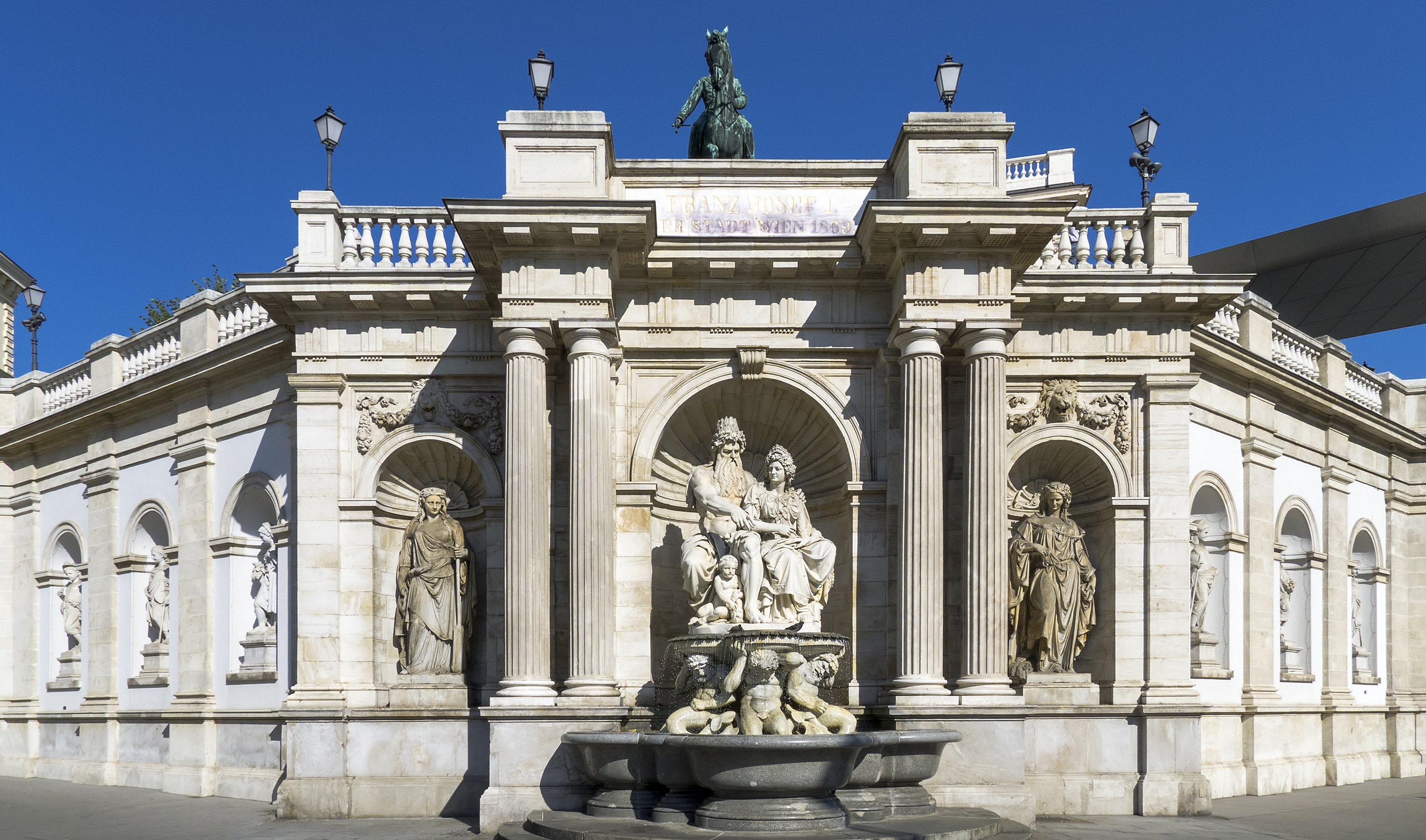
Albrechtsbrunnen, auch Danubiusbrunnen
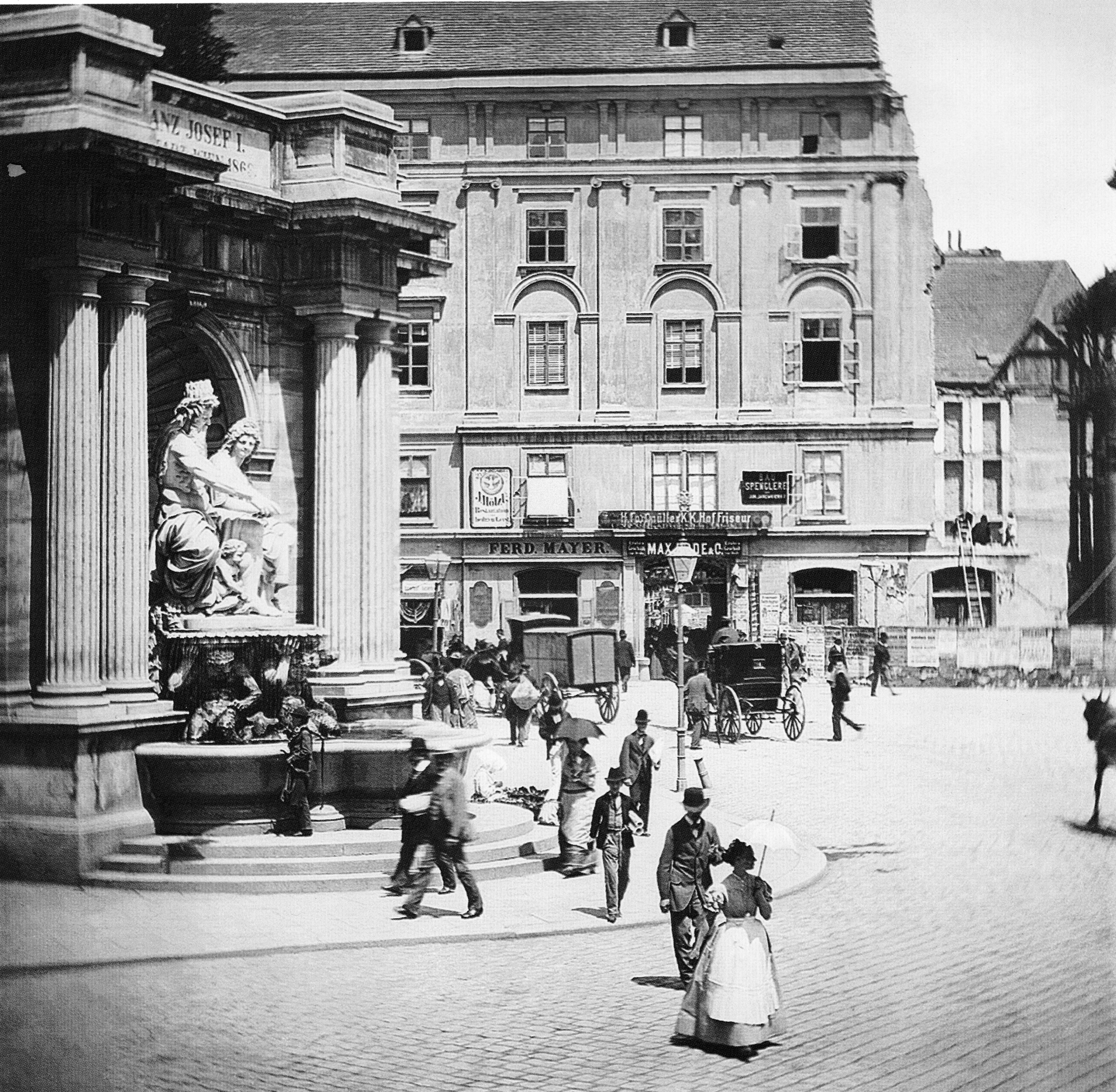
Albrechtsbrunnen um 1885
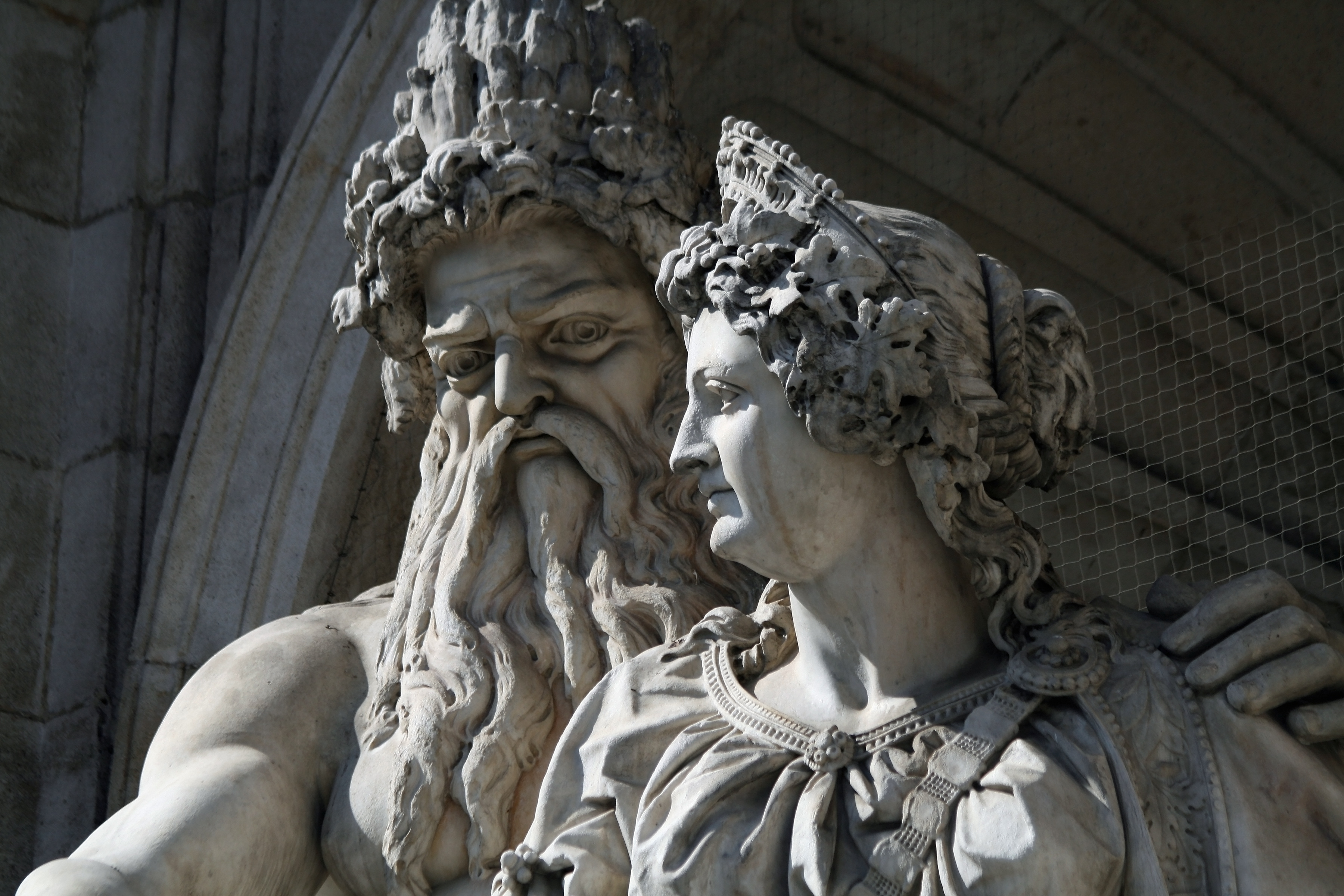
Detailansicht: Danubius und Vindobona
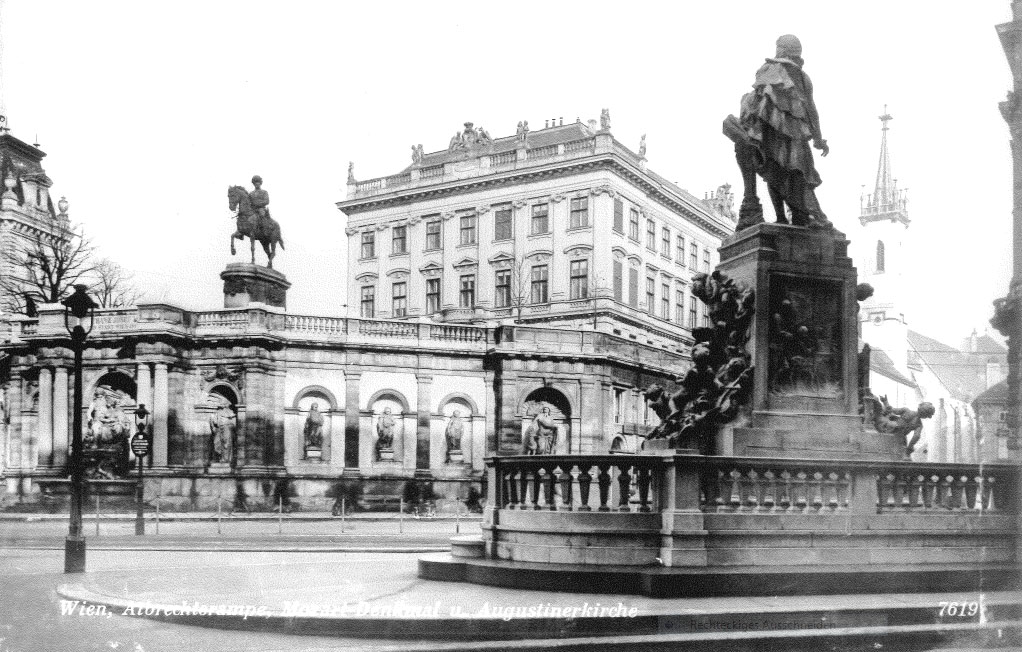
Gegenüber das Denkmal von Wolfgang Amadeus Mozart

Die Architektur des als Wandbrunnen errichteten Albrechtsbrunnens stammt von Moritz von Löhr, die Allegorien schuf Johann Meixner aus weißem Carraramarmor. Das Brunnenbecken selbst wurde aus Mauthausener Granit (Oberösterreich) gefertigt. Die kannelierten Doppelsäulen zu beiden Seiten des Hauptbrunnens sind aus dem Kreidekalk von Aviano bei Pordenone in Italien, zur Zeit des Baubeginns noch im österreichischen Kronland Venetien gelegen. Die Balustrade der Rampe ist aus Untersberger Marmor (Kronland Salzburg), die Sockel- und Deckplatten sind aus Zeindler Stein, einem harten Kaiserstein aus Kaisersteinbruch (damals Ungarn, heute Burgenland).

## Kaiserstein für das „Palais Württemberg“, das spätere Hotel Imperial
Herzog Philipp von Württemberg ehelichte 1865 Erzherzogin Marie Therese. An der Ringstraße ließ sich das Paar vom Münchner Baumeister Arnold Zenetti unter Mitwirkung von Heinrich Adam einen prächtigen Stadtpalast, das „Palais Württemberg“ erbauen und wohnte seit 1866 darin, ohne sich dort wohlzufühlen. Deshalb wurde das Palais 1871 verkauft, umgebaut und zur Wiener Weltausstellung von 1873 als Hotel Imperial eröffnet.
- Die Prunkstiege mit Wandflächen, Balustraden und Säulen aus Kunststein, mit Stufen aus Kaiserstein.

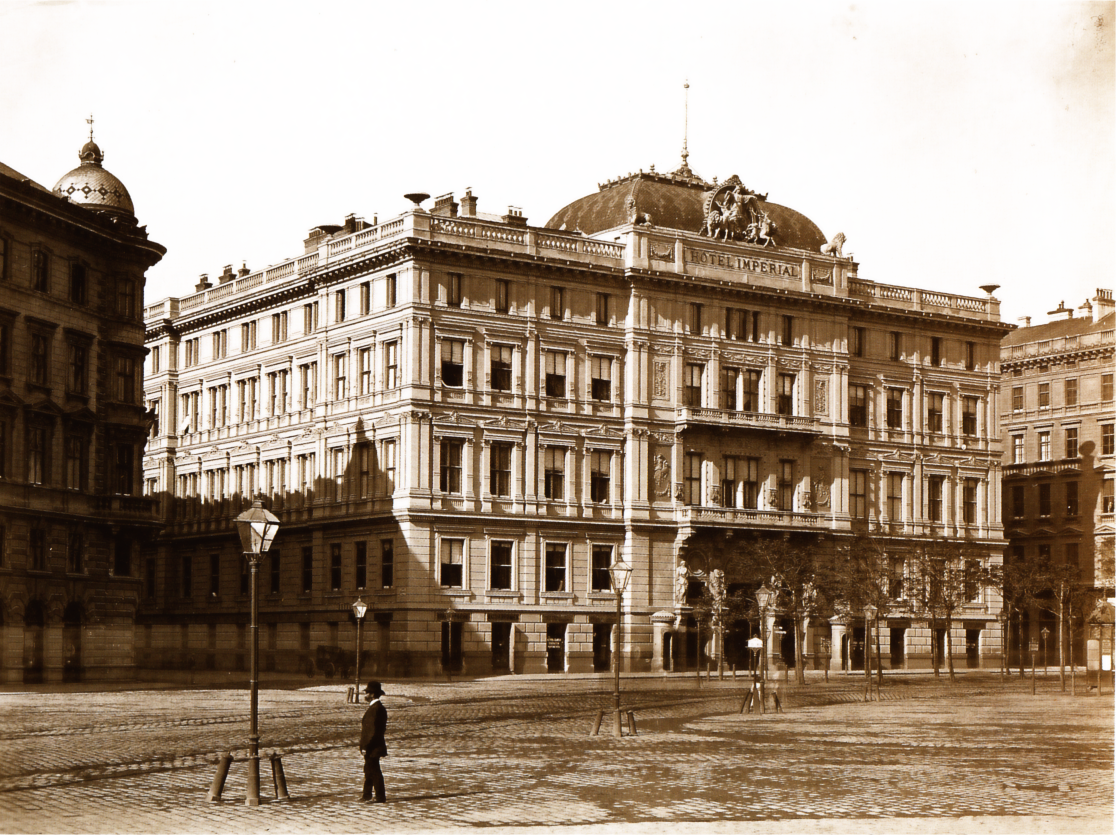
Hotel Imperial 1880
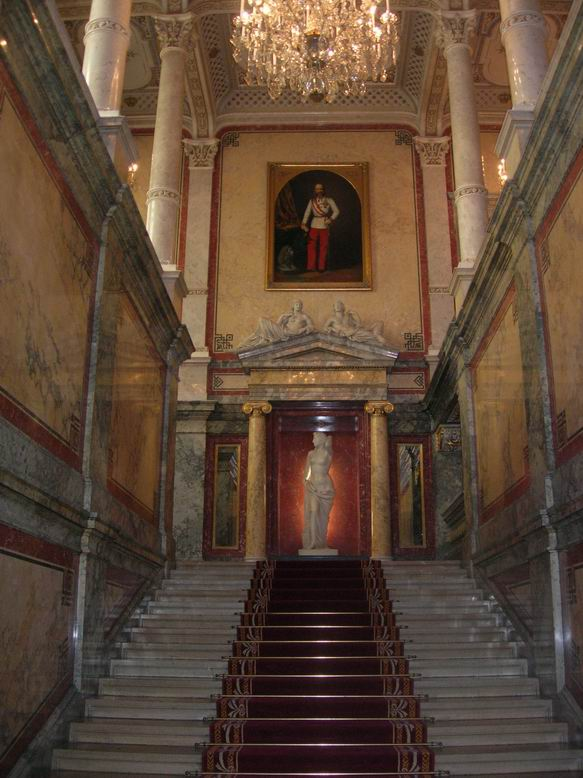
Treppe
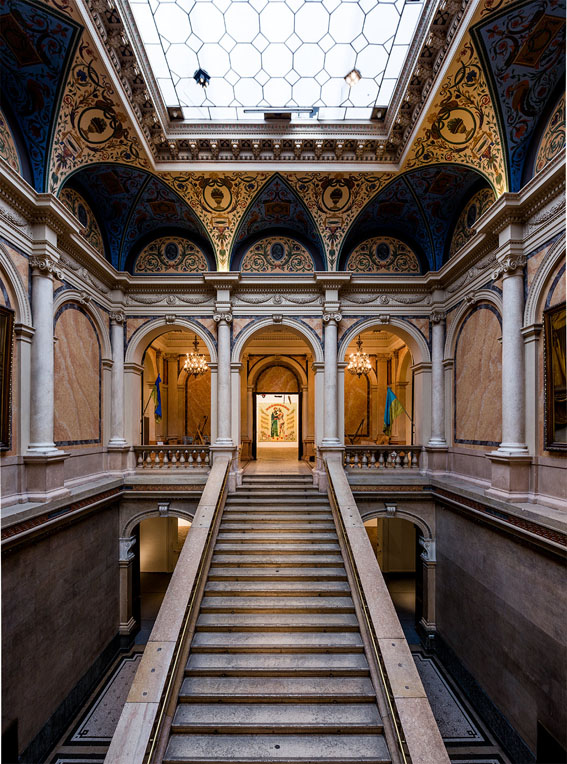
Treppe Künstlerhaus
Stufen harter
Kaiserstein
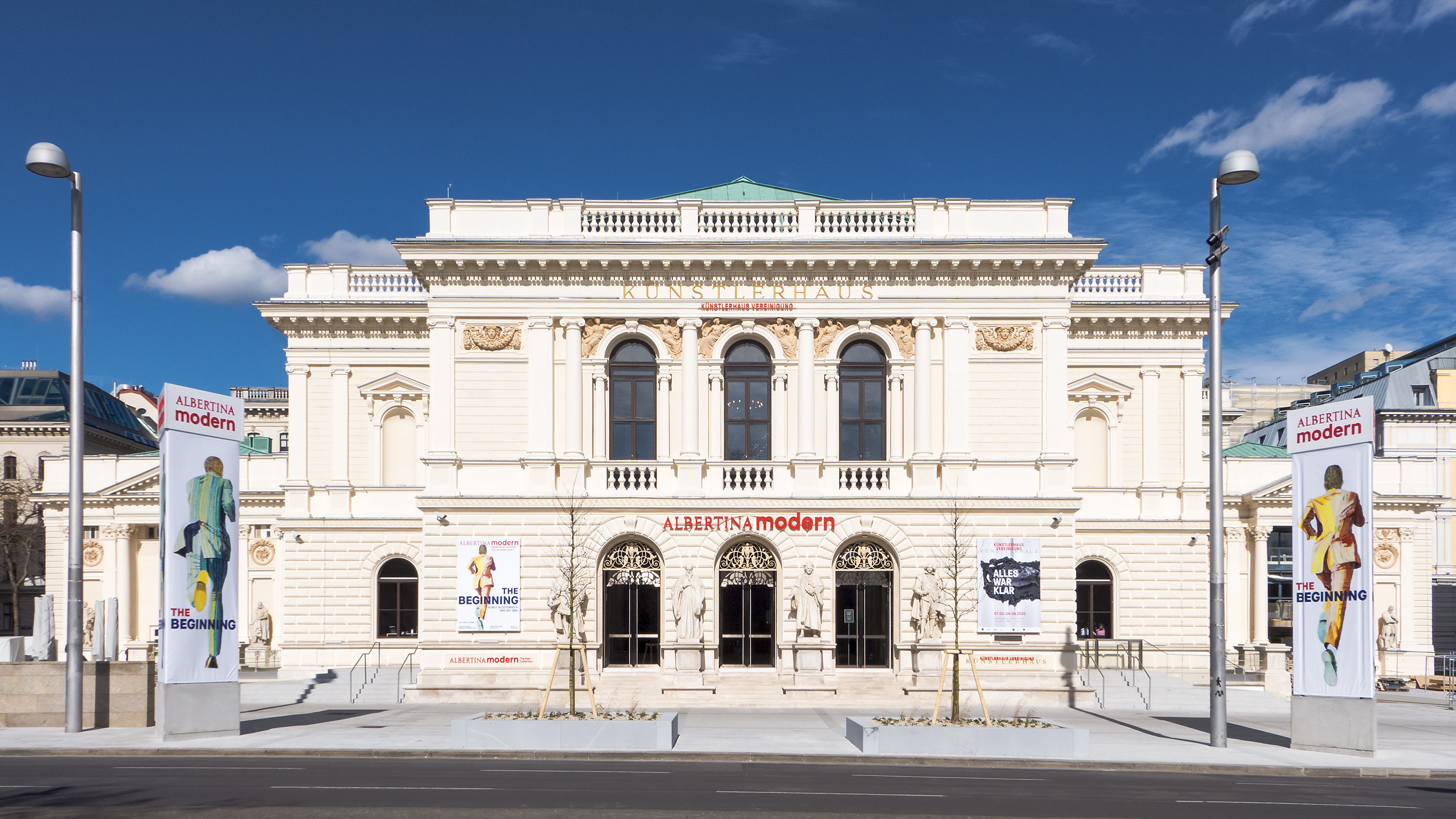
Künstlerhaus-Albertina modern

## Kaiserstein für die Genossenschaft bildender Künstler, ihr gefordertes Künstlerhaus
1865–1868 von August Weber als repräsentatives Ausstellungs- und Versammlungsgebäude errichtet und seither mehrfach erweitert bzw. verändert.
- Das Gebäude ist, man weiß es von Anfang an, zu klein, aber Mangel an Geld erlaubt kein größeres Gebäude.
- Steinmetzarbeiten durch die Firma Wasserburger, im Oktober 1865 erfolgte die Bestimmung der Steinarten. Harter Kaiserstein für Sockelplatten, Sohlbänke, Fußgesimse, Deckgesimse, große Säulen mit dreiteiligem Schaft, kleine Säulen mit einteiligem Schaft, Pfeiler im Treppenhaus, Stufen der runden Freitreppe und die Stiegenstufen der Haupttreppe.[254] weiters Wöllersdorfer Stein und harter Margarethner.

## Kaiserstein für Graf Joh. Larisch von Moennich, das Palais zur Hofhaltung seiner Familie
Das Palais Larisch-Mönnich wurde 1867–1868 nach Plänen von Eduard van der Nüll durch Architekt Paul Wasserburger im Stil der französischen Renaissance für Graf Johann Larisch von Moennich erbaut. Er wurde von Ministerpräsident Graf Richard Belcredi als Finanzminister berufen.
- Neben Wöllersdorfer Stein und St. Margarethner verwendete man auch Zeindler-Stein, ein harter Kaiserstein in Richtung Winden, für den Sockel des Gebäudes.

## Kaiserstein für das Miethaus Paul Wasserburger in der Kantgasse 1

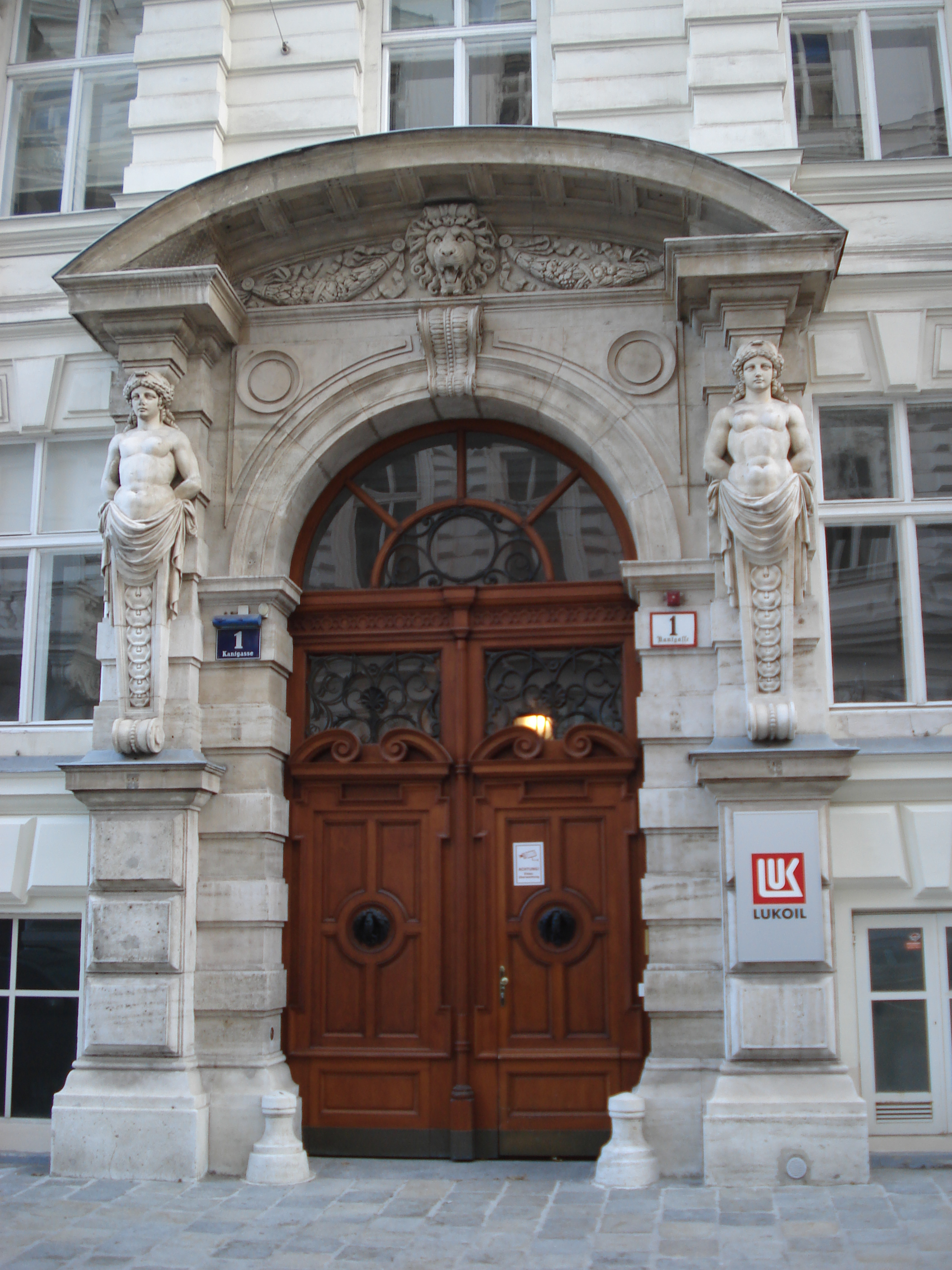
Portal mit Hermenkaryatiden

Paul Wasserburger (aus der bedeutenden Wiener Steinmetzfamilie, Wasserburgergasse im 9. Bezirk) und Alois Maria Wurm-Arnkreuz errichteten 1867–1869 das Gebäude, die Fassade von Sicardsburg und van der Nüll
Der Haupteingang in der Kantgasse 1, die Portalanlage mit Hermenkaryatiden, der Sockel, und die Stiegenstufen bestehen aus Kaiserstein.

## Kaiserstein für das Wohnhaus in der Nussdorfer Straße Nr. 60 in Wien-Alsergrund
1862 erhielt dieser Straßenzug nach seinem Ziel Nussdorf seinen Namen. 1866/67 wurde die früher stark ansteigende Nussdorfer Straße reguliert.
Auf dem Weg zu ihrem Internisten betreten heute viele Menschen dieses Haus. Der Steinliebhaber erkennt eine freitragende Stiege mit Stufen aus Kaiserstein.

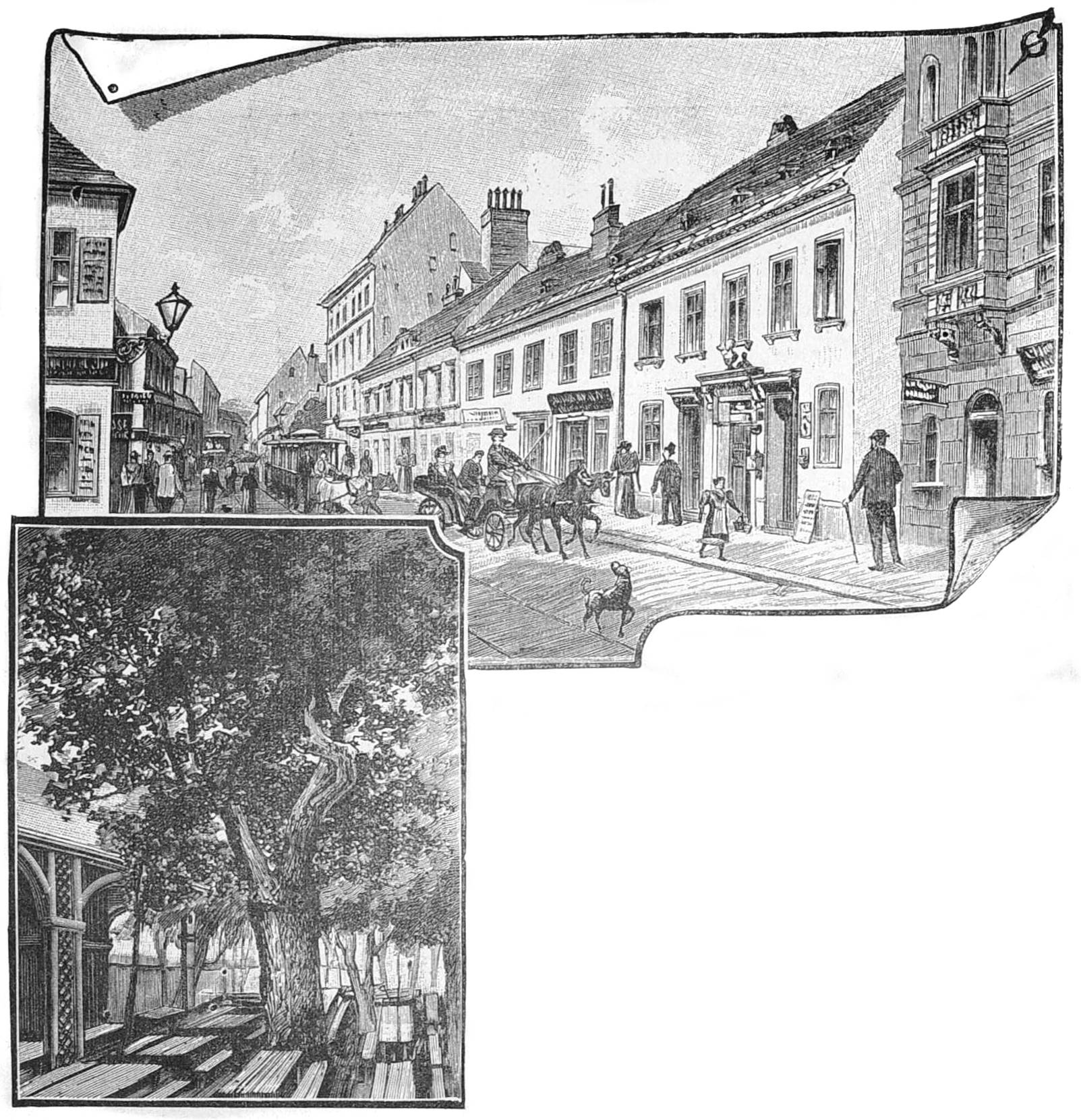
Das hohe Haus auf der rechten Straßenseite 1897.
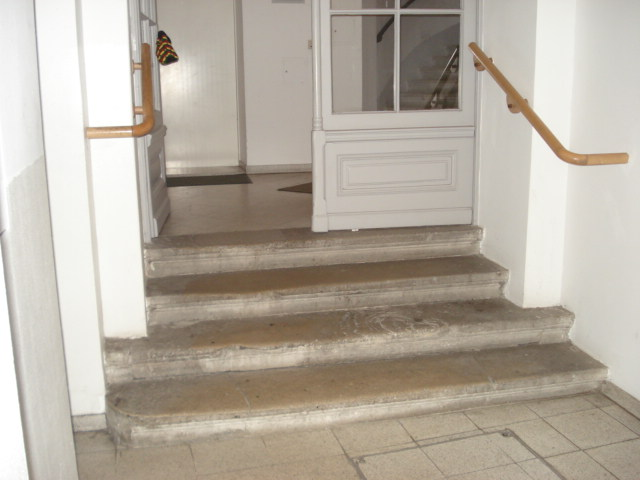
Antrittstufen zum Stiegenhaus.
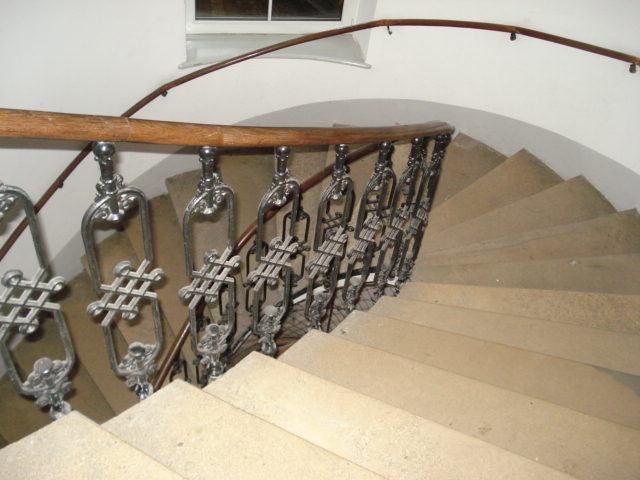
Stiegenhaus.
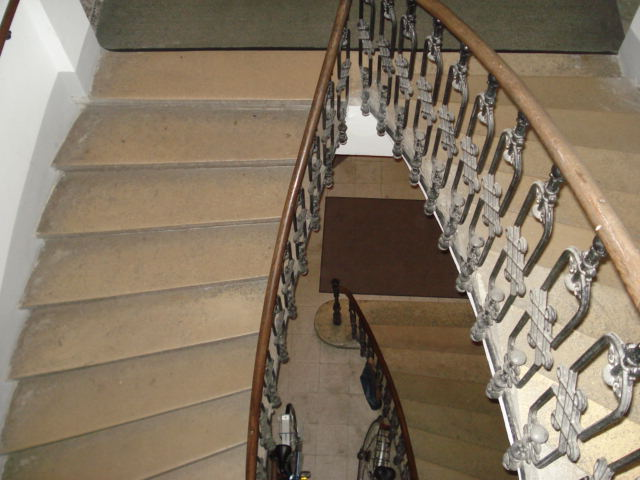
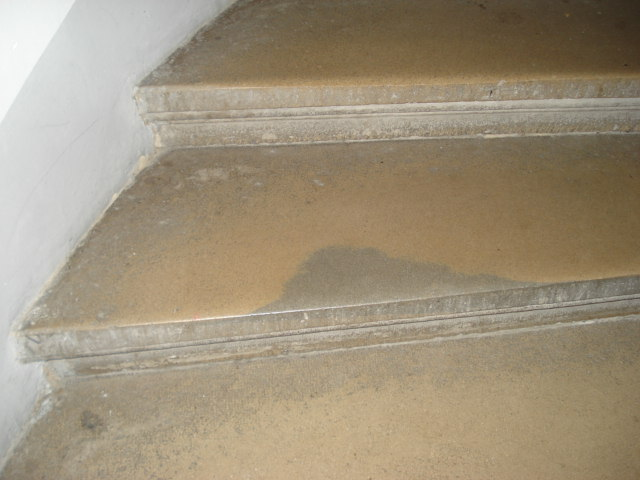
Kaisersteinstufen.

## Kaiserstein für das neue Haus der Gesellschaft der Musikfreunde in Wien
Mit der Planung wurde Architekt Theophil von Hansen beauftragt. Im Rechnungsausweis über die abgelieferten und geleisteten Steinmetzarbeiten zum Bau des neuen Hauses für die Gesellschaft der Musikfreunde in Wien sind alle Steinlieferungen vom April 1868 bis März 1870 enthalten (einige Beispiele).

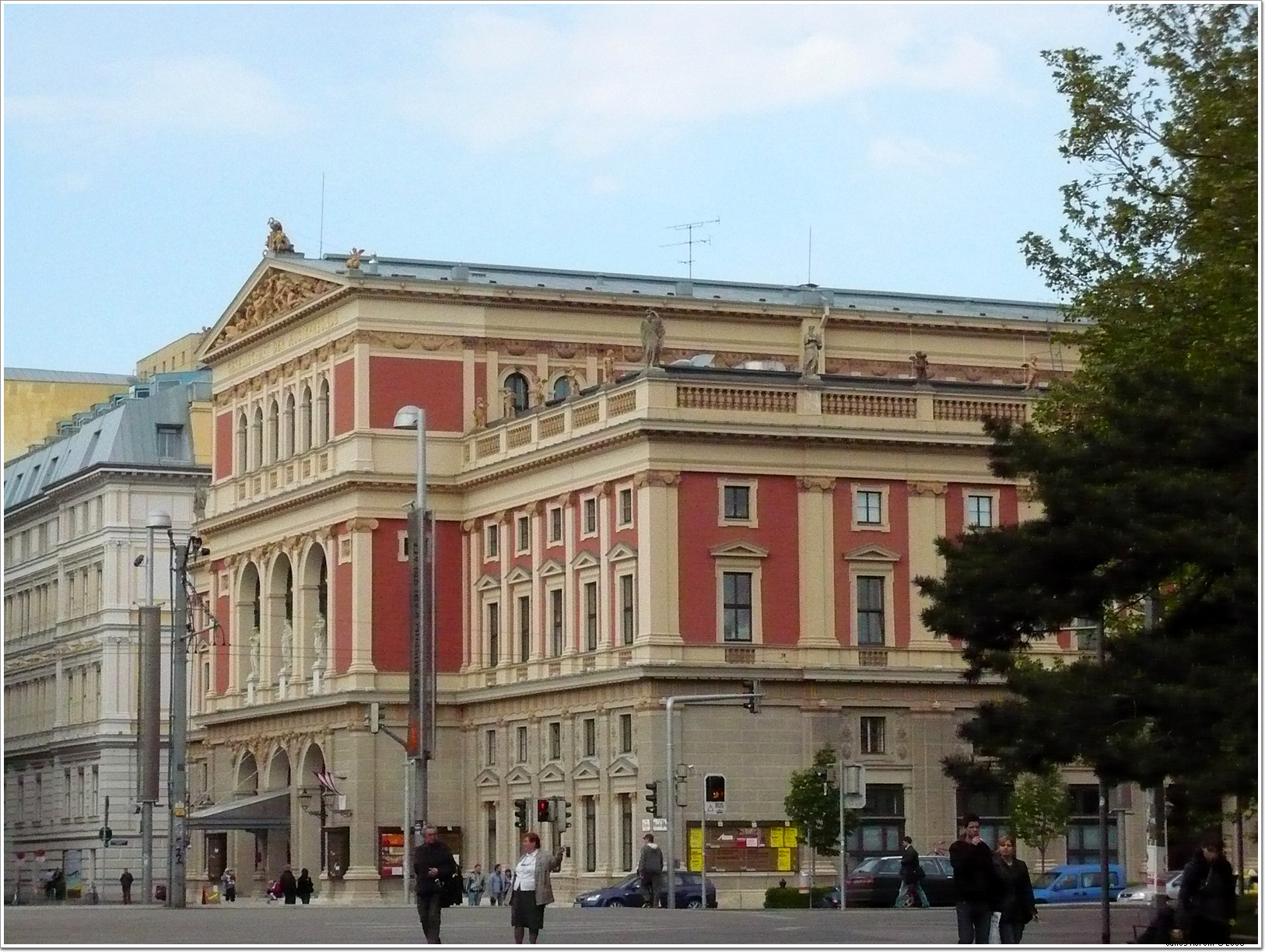
Musikvereinsgebäude
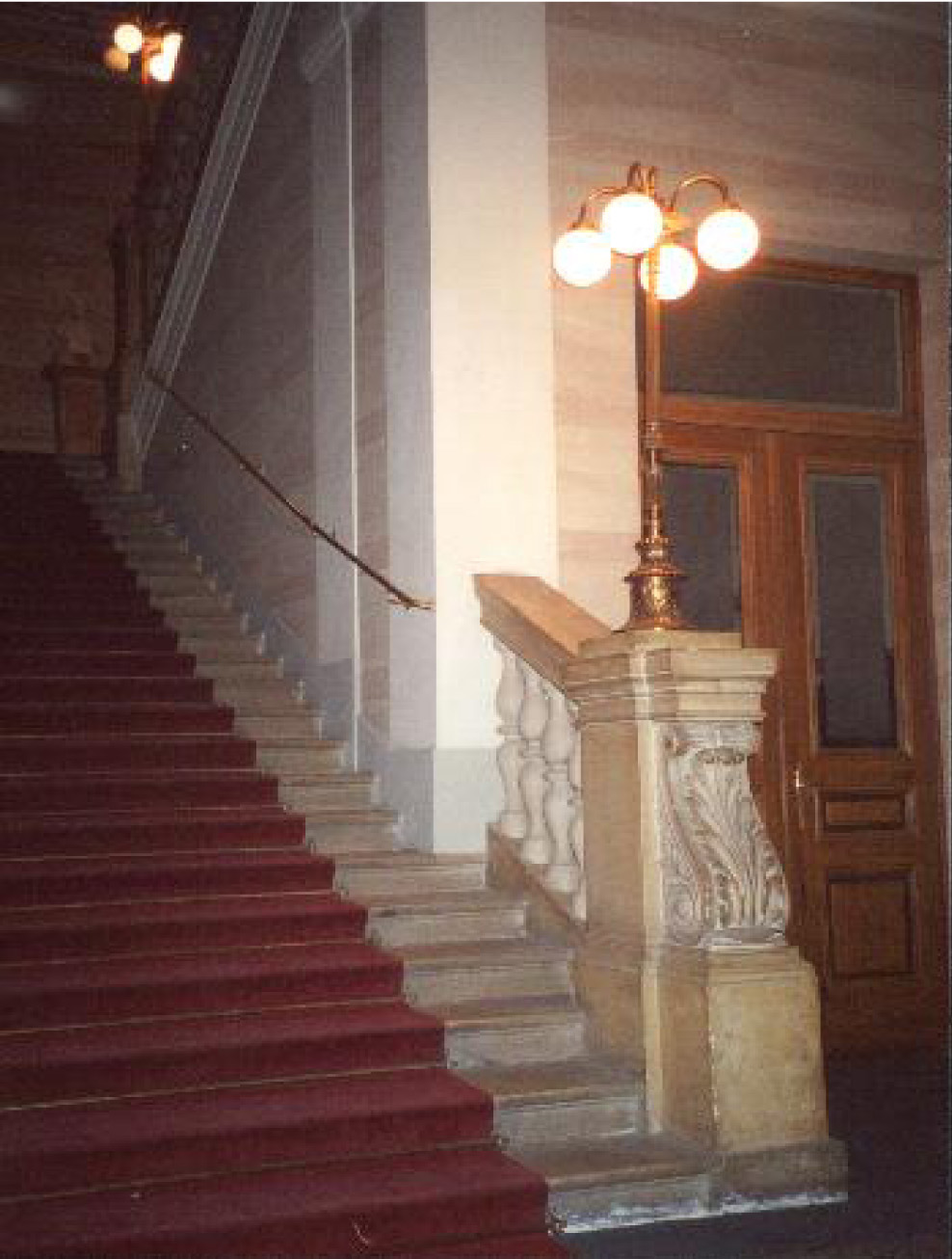

- Aus Wöllersdorfer Stein: Sockelsteine, Spiegelstufen, Stufen mit Profil, glatte Friesstücke, Gesamtwert … 13.000 Gulden
- Aus hartem Kaiserstein: Pfeiler, Sockel im Vestibül, Pilasterbasen, Sockelplatten, Sohlbänke, Pfeilerbasen, Pilasterdeckgesims, Kapitäle mit Gesims und Wiederkehr auf obige Pfeiler, Vorlegstufen beim Haupteingang, Spiegelstufen zur Kellerstiege, gerade Stufen, Vorlegstufen zur freitragenden Stiege. Freitragende Stiegenpodeste verschiedener Größen, gerade freitragende Stufen zur Schulzimmer- und Musikerstiege, Spiegelstufen zur Bodenstiege, Spiegelstufen verschiedener Größen, Gewände mit Stürze beim Hauptportal mit Gesims, Gesamtwert … 22.000 Gulden
- Aus St. Margarethener Kalksandstein: Dorisches Cordongesims, Eckstücke mit Gesims für den mittleren Aufbau der Giebel, Gesimsplatten für die Giebel am mittleren Aufbau, Säulenbasen mit Gesims, Säulenschäfte mit Gesims und Canalierung, Säulenkapitäl mit Gesims, Pfeiler mit Kropf und Kämpfergesims, Gesamtwert … 9.700 Gulden
- Aus Breitenbrunner Kalksandstein: Postamentsockel mit Gesims, glatte Mittelstücke und Deckgesims, Baluster, Friesgesims mit angearbeiteten Balustersockel des geraden Geländers, Gesamtwert … 1.500 Gulden.
- 6. September 1870 Anton Wasserburger, Hof- und bürgerl. Steinmetzmeister

## Kaiserstein für die Bundeslehrerbildungsanstalt in der Hegelgasse in Wien
Das Musisch-Pädagogische Realgymnasium, früher als Bundeslehrerbildungsanstalt bezeichnet, errichtete der Architekt Heinrich Ferstel in den Jahren 1868/70. Es ist ein einfacher Schulbau, einer Putzfassade mit Steinsockel aus Mannersdorfer Stein, die Stiegenstufen innen sind Kaiserstein.

## Kaiserstein für das k.k. Österreichische Museum für Kunst und Industrie
Ab dem Jahre 1868 erfolgt am Stubenring 5 nach den Plänen von Heinrich von Ferstel die Errichtung eines neuen Museumskomplexes für das k.k. Österreichische Museum für Kunst und Industrie im Neorenaissancestil.
Am 15. November 1871 wird das Museum im Rahmen einer großen Eröffnung dem Publikum zugänglich gemacht und als erster Museumsbau am Ring eingeweiht.

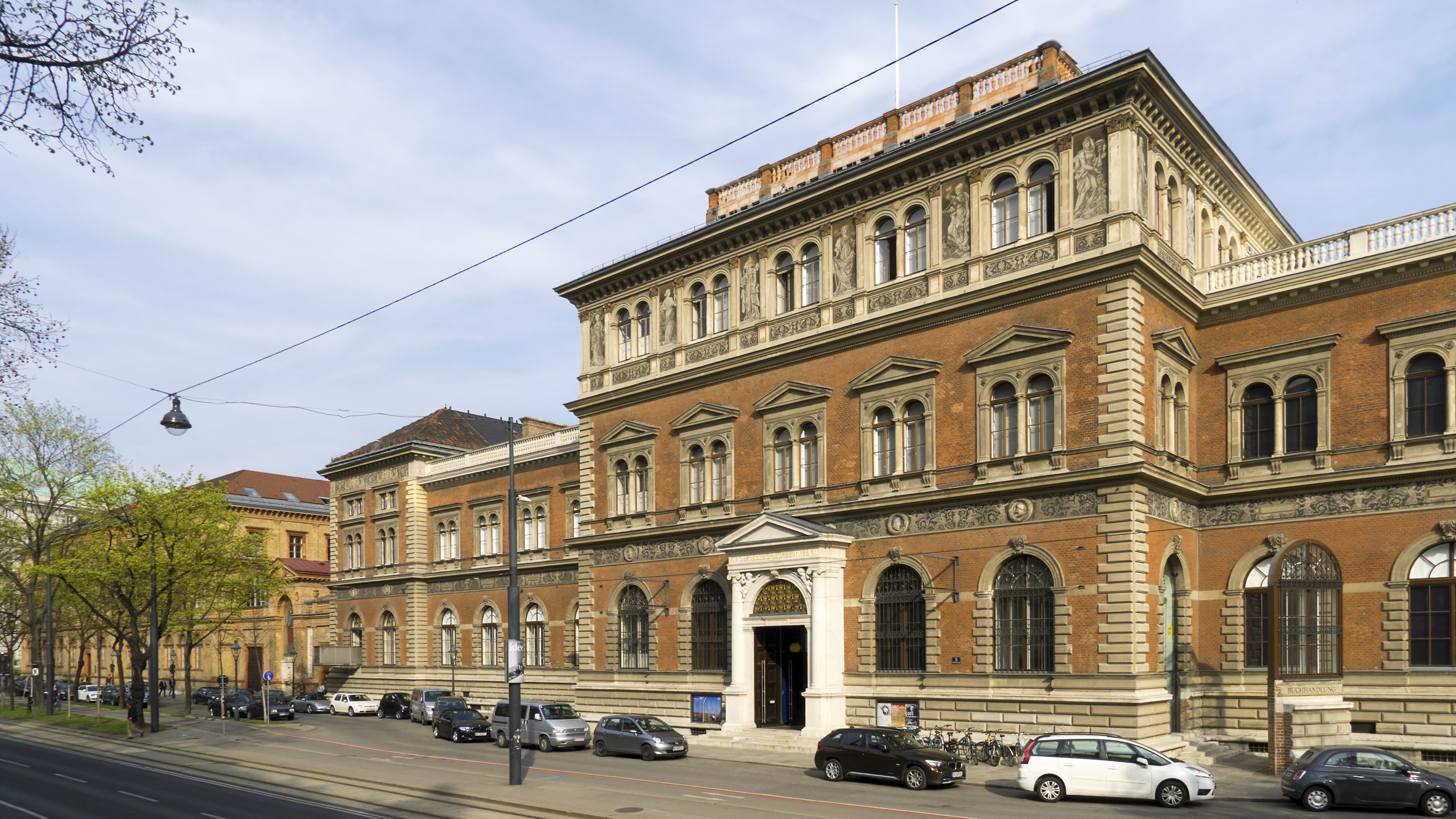
MAK am Stubenring
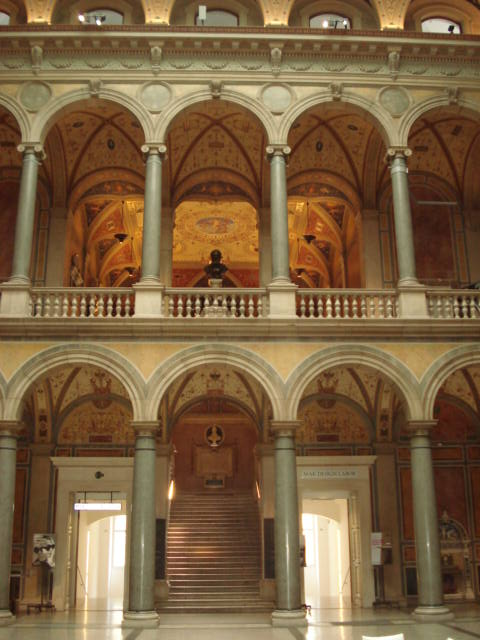
Treppe Kaiserstein
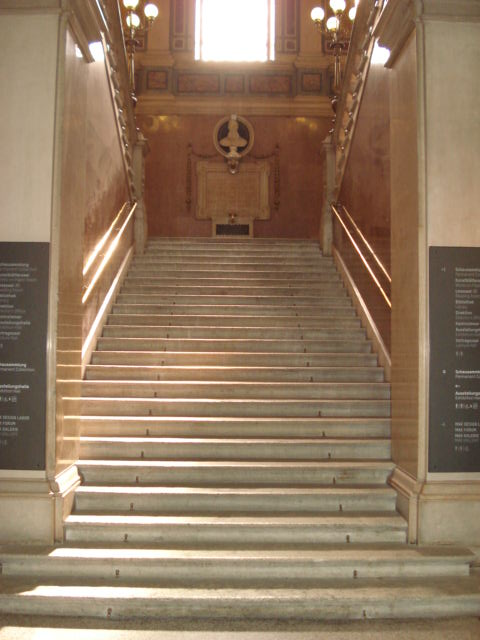
Treppe wie im Oberen Belvedere
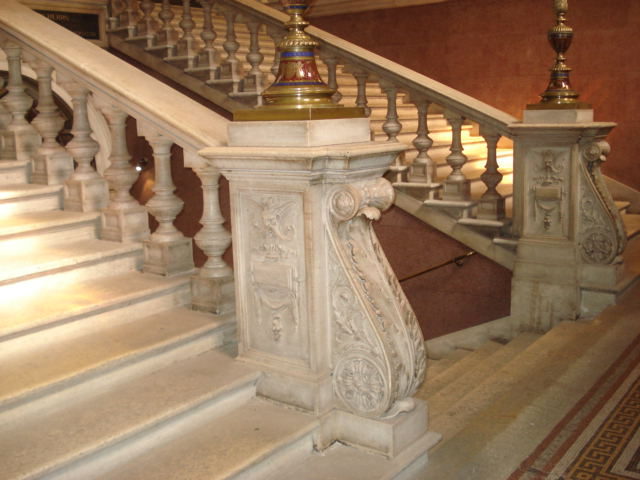
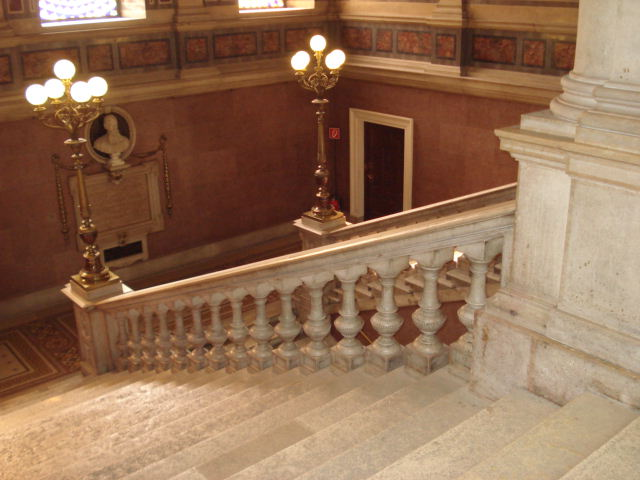
3-läufige Treppe
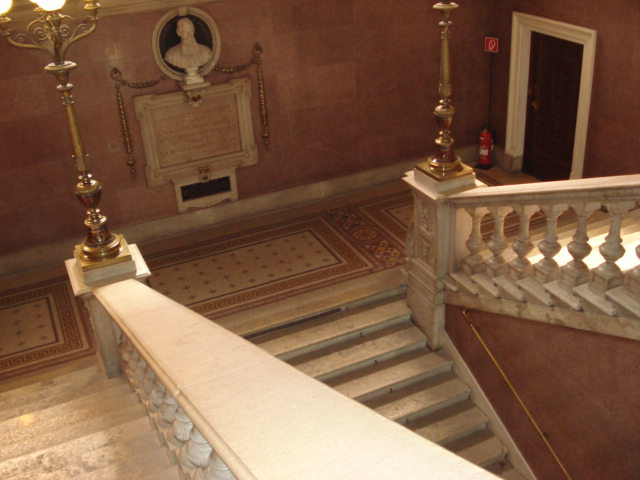
Zeilerbruch von Meister Ferdinand Krukenfellner

Alois Kieslinger, Lehrender an der TU-Wien, erwähnt diese Treppe: Kaiserstein (Leitha-Algenkalk): Museum für Angewandte Kunst 3,10 m; die unterste 3,90 m. Fenster- und Türsteine sind auch aus dem Zeindler-Stein, einem harten Kaiserstein.

## Kaiserstein für das Haus Georg von Angeli
Das Haus Hans Georg von Angeli wurde 1869 von Friedrich Schachner in Formen der Neorenaissance erbaut. Typisch für die ältesten Ringstraßenhäuser bei der Oper ist die sparsame Ausführung, fast ohne Naturstein. Das Portal mit Löwenkopf über dem Bogen und zu beiden Seiten geflügelte Engel, vermutlich aus Kunststein. Die Stiegenstufen bestehen aus Kaiserstein. Es befindet sich an der Bösendorferstraße 9.
Akademiestraße (Wien)#Nr. 11: Historistisches Eckhaus.

## Kaiserstein für Freiherr Friedrich von Leitenberger in seinem Palais

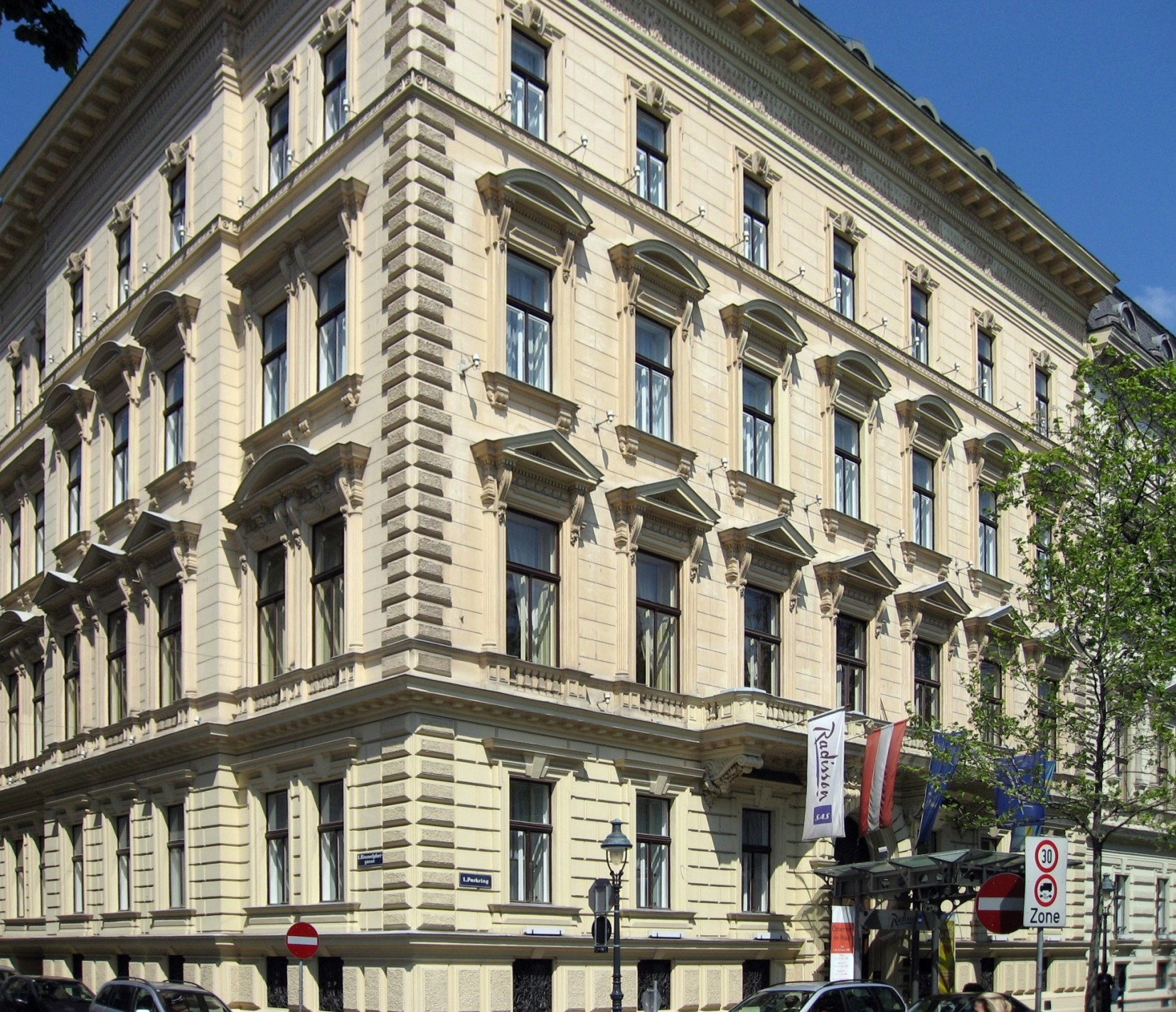
Palais Leitenberger

Das Palais Leitenberger wurde ab 1871 im Auftrag von Freiherr Friedrich Leitenberger (1837–1899), Ehrenpräsident des Verbandes der Baumwollindustriellen, errichtet. Ein Ringstraßenpalais am Parkring 16, Ecke Himmelpfortgasse. Architekt war Ludwig Zettl. Die Stiegenstufen sind aus dem Kaiserstein. Es stellt eines der letzten original erhaltenen Palais aus der Zeit des Historismus dar.

## Kaiserstein im Stephansdom
1861 begann die umfassende Wiederherstellung des Stephansdomes, vor allem der Neubau des Turmhelmes, zunächst unter Dombaumeister Leopold Ernst, von 1862 bis 1891 unter Friedrich von Schmidt. Für den großen Steinbedarf wurden Voruntersuchungen gemacht. Eine Kommission, der auch der Geologe Franz von Hauer angehörte, kam am 15. Dezember 1860 (aus 14 Mustern) zu dem Ergebnis, dass der Wöllersdorfer Stein und der Kaiserstein aus den Zeiler-Brüchen bei Kaisersteinbruch wohl die besten zur Verfügung stehenden Steinsorten für die construierten Bauteile seien. Wegen ihres hohen Raumgewichtes und der Schwierigkeit der Bearbeitung sollten sie aber nur dort zur Anwendung kommen, wo es unbedingt nötig sei. Letztlich wurde der durch seine Porosität wesentlich leichtere Stein von St. Margarethen verwendet. Die große Südwestwand des Steinbruchs (Esterházybruch) die besonders guten Stein führt, wurde für die besonders decorativen Arbeiten am Dome vorbehalten und heißt seit dieser Zeit Stephanswand.

Der „Kaiser Steinbruch“ („Stb.“, Mitte oben links), die „Zeiler Steinbrüche“ und andere Steinbrüche der Umgebung im Leithagebirge, um 1873 (Aufnahmeblatt der Landesaufnahme)

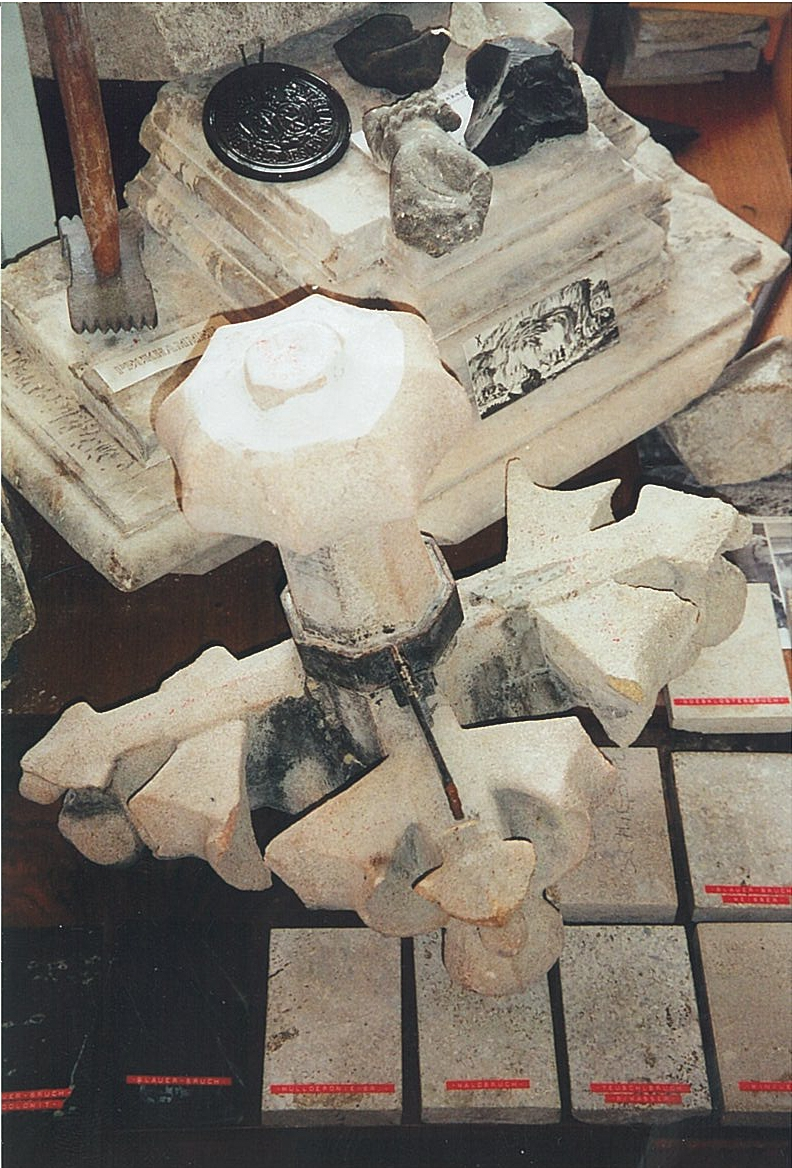
Steinmuster im Steinmetzmuseum Kaisersteinbruch

Bei der Bautätigkeit 1882 wurden 180 Cubicfuß Kaiserstein verarbeitet, 1894 Kaiserstein-Quader zu 49.31 fl. (auszugsweise).

### Im Riesentor von St. Stephan
Die Restaurierung des Riesentores von St. Stephan und die archäologische Grabung im Portalbereich ermöglichten eine detaillierte Beurteilung und planmäßige Erfassung der gesteinskundlichen Zusammensetzung des kunstgeschichtlich bedeutenden spätromanischen Westportales. Die Bestimmung der vorkommenden Gesteinstypen war in den meisten Fällen trotz starker Verschmutzung und Versinterung mit Gipskrusten möglich, da von Mitarbeitern des Bundesdenkmalamtes an bau- und kunsthistorisch sensiblen Bereichen kleine Probereinigungsflächen angelegt wurden, die eine Gesteinsbestimmung erleichterten. Ergänzend wurde auch das Ultraschall-Laufzeitverfahren angewandt, das in fraglichen Bereichen Hinweise auf einen bestimmten Gesteinstyp geben konnte. Romanischer Altbestand war aus Badenium Wien-Süd, ein geröllführender Algenschuttkalk. Eine gotische Restaurierung erfolgte aus Kalksandstein von Au am Leithagebirge. Spätneuzeitliche Restaurierungen mit Kalksandstein von St. Margarethen und Zogelsdorf, mit Leithakalk von Kaisersteinbruch und Wöllersdorf. Die Spolie in der südlichen Leibung des äußeren Portals, wohl eine Fensterleibung, besteht aus Leithakalk aus Kaisersteinbruch.

## Kaiserstein für das Kaunitzschlössl, das Sacré-Cœur-Kloster und die Schule
Auf Geheiß der Generaloberin der Gesellschaft vom Heiligen Herzen Jesu wurde 1867 das Palais Dietrichstein (das ehemalige Kaunitzschlössel) aufgekauft und dort 1868 mit 12 Schülern der Schulbetrieb aufgenommen.

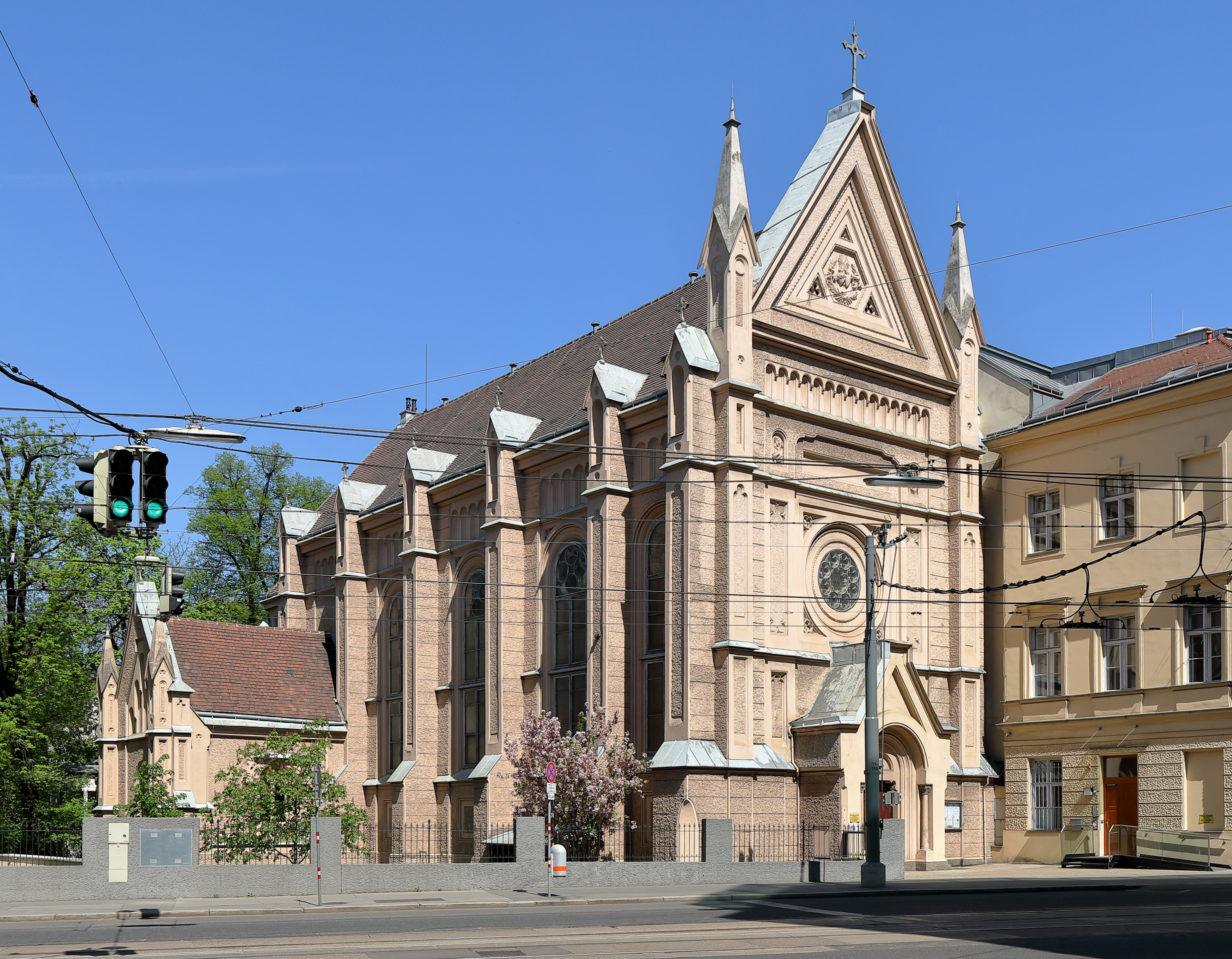
Kirche des Instituts Sacré-Cœur am Rennweg
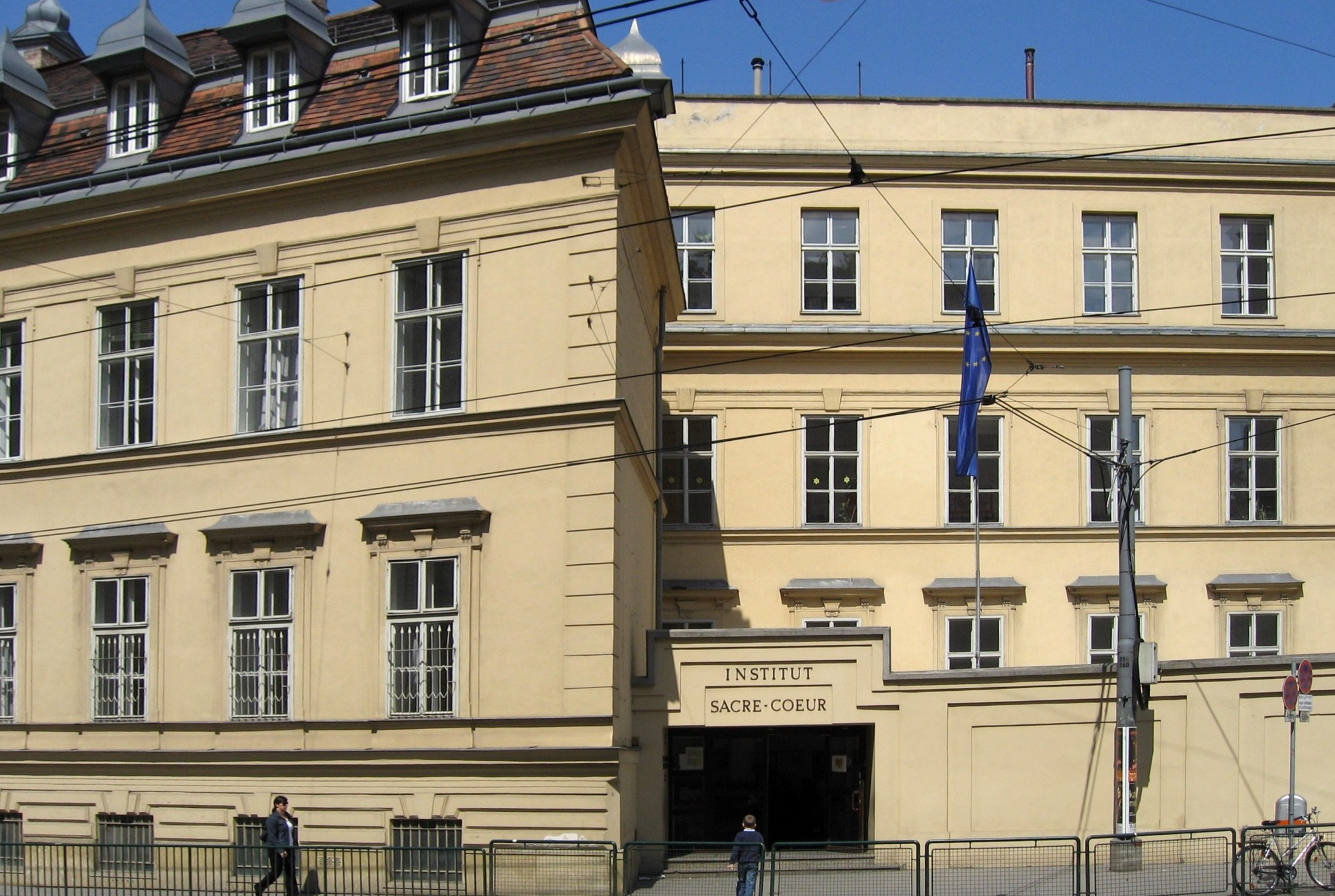
Sacré-Cœur, vom Rennweg aus gesehen
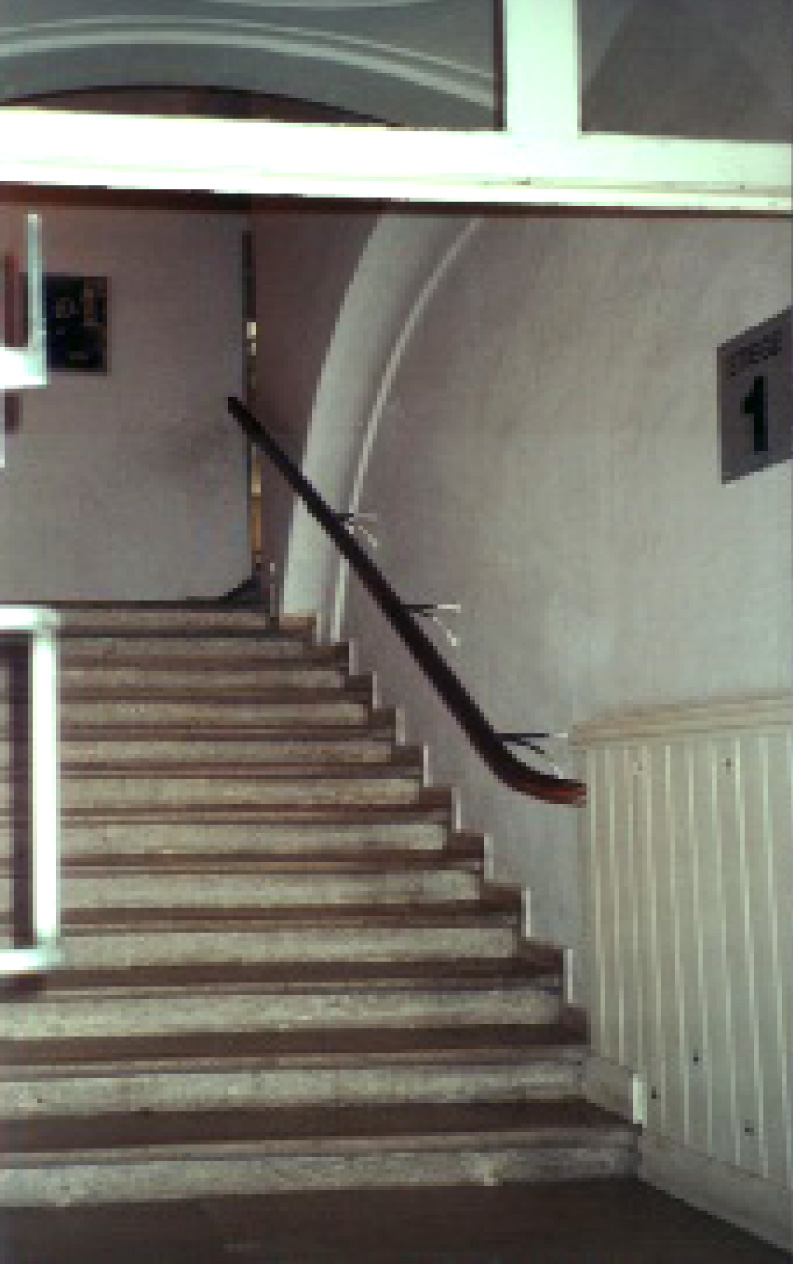
Im ältesten Gebäudeteil, dem Kaunitzschlössl, Stiege mit polierten Kaisersteinstufen
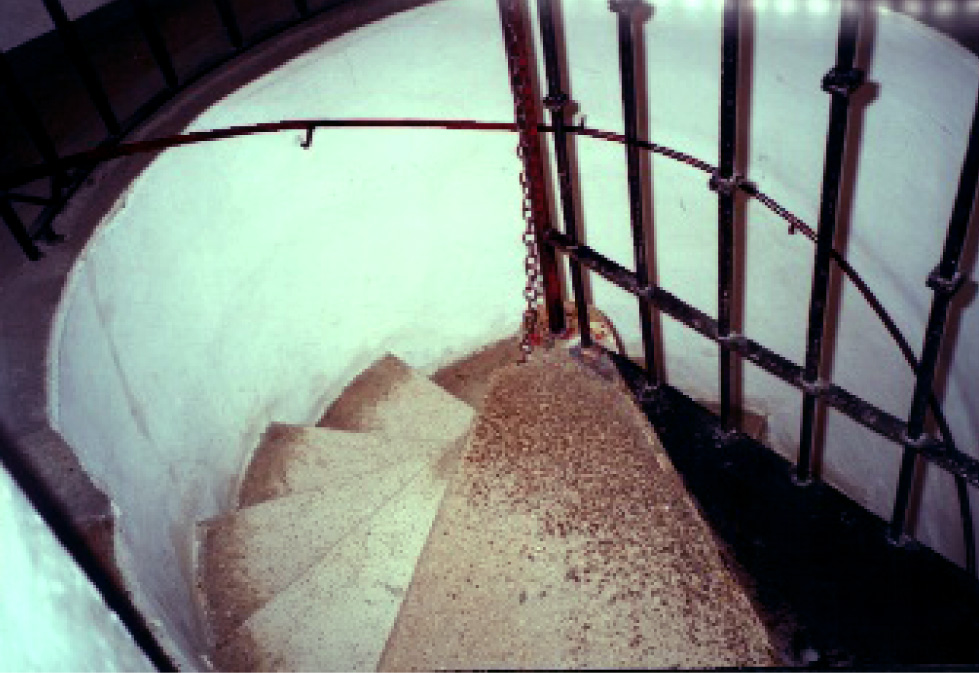
Schneckenstiege mit Kaisersteinstufen und schmiedeeisernem Geländer

Diese schräg zum Rennweg liegende Kirche mit hoher Giebelfassade wurde 1875–1877 von Ferdinand Zehengruber in einem an das italienische 14. Jahrhundert angelehnten Stil erbaut. In den Bau der Schule (und teilweise auch der Kirche) wurde das ältere Kaunitzschlössl (erbaut 1764) einbezogen, das 1867 vom Orden erworben worden war. Kloster und Schule wurden 1872–1893 erbaut.

## Kaiserstein für das „Semperdepot“ der Hoftheater

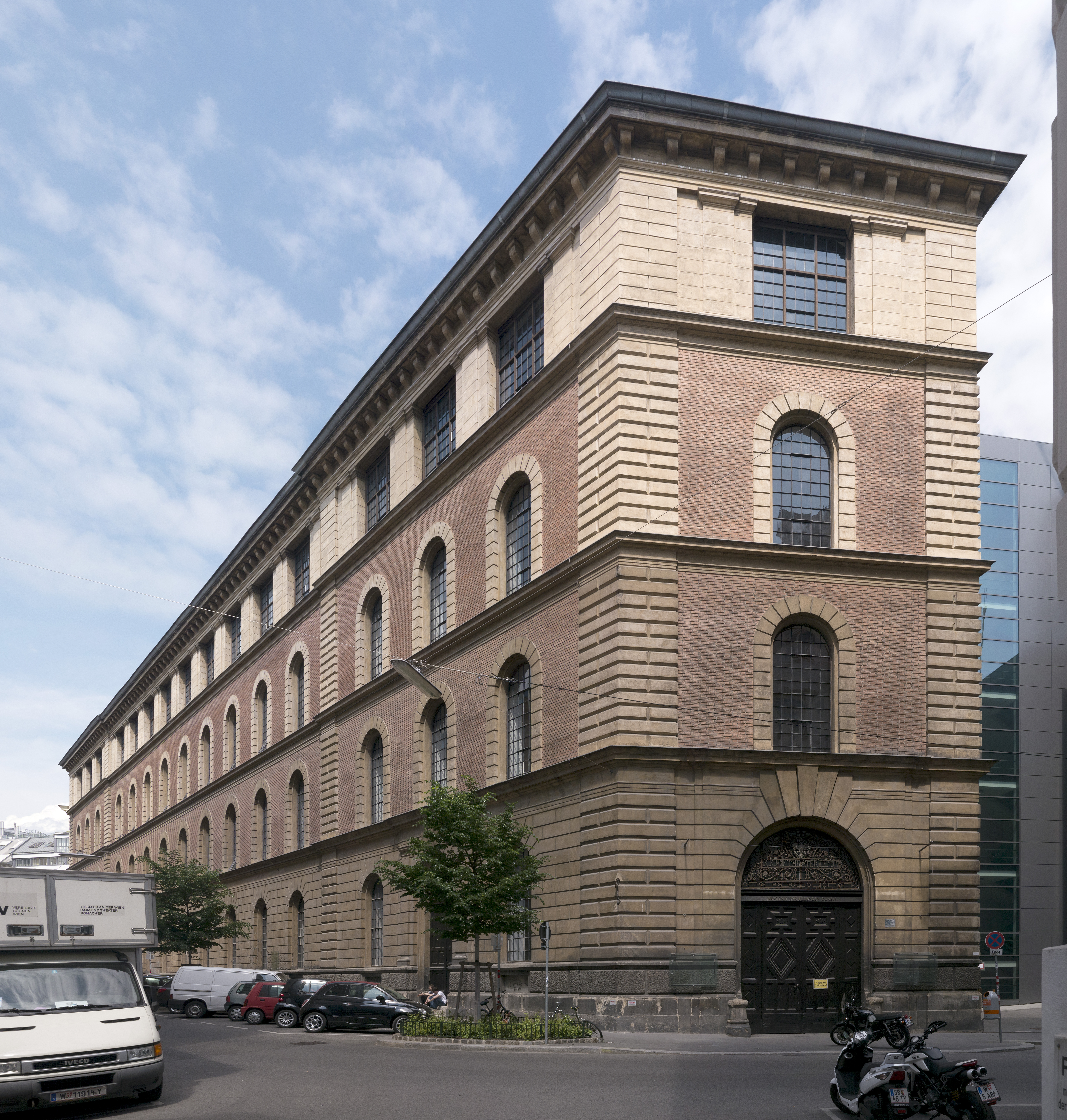
Semperdepot

Dieser bedeutende Zweckbau des Historismus in der Lehargasse 6–8 wurde 1873 von Gottfried Semper und Carl Hasenauer erbaut. Dokumentiert sind Lieferungen von Traversenunterlagssteinen und Sohlbänken aus hartem Kaiserstein in den Jahren 1876/77.

## Kaiserstein für den Grabenhof, der das „Arkadenhaus“ aus der Renaissance ersetzte
Das Palais Selb am (Graben Nr 14, Ecke Bräunerstraße) war ein nach 1566 errichtetes, äußerlich unscheinbares aber mit prachtvollem Renaissancehof ausgestattetes Haus in der Wiener Altstadt. Der prächtige Arkadenhof mit Schneckenstiege galt als Sehenswürdigkeit.

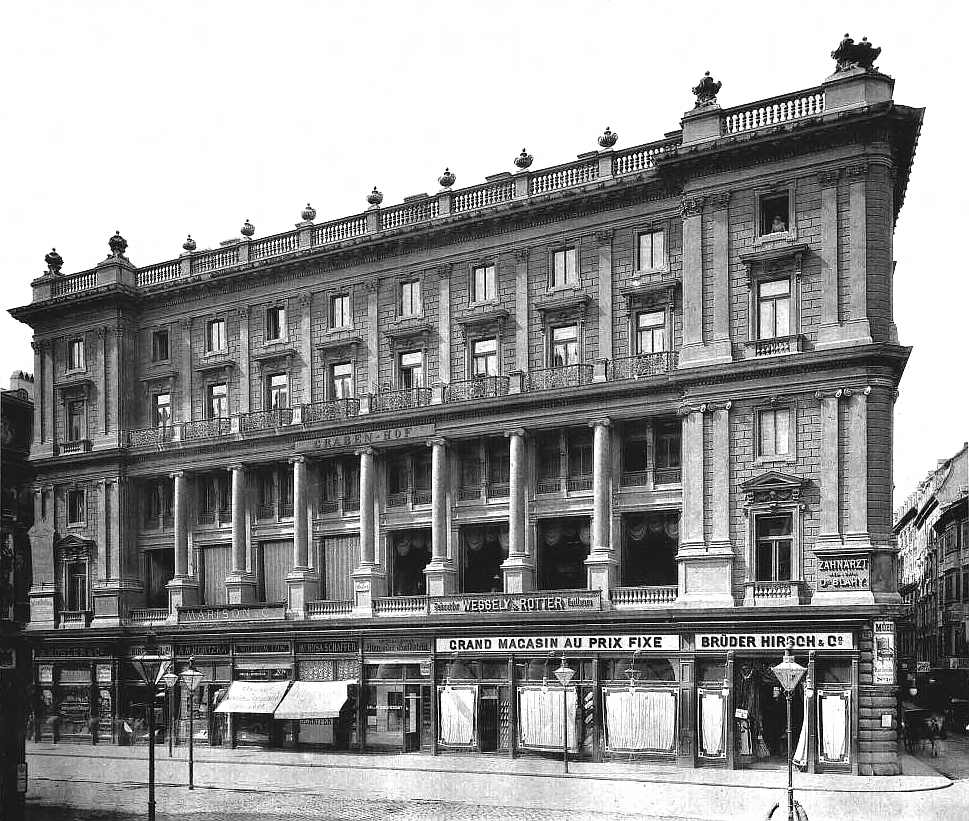
Grabenhof 1890
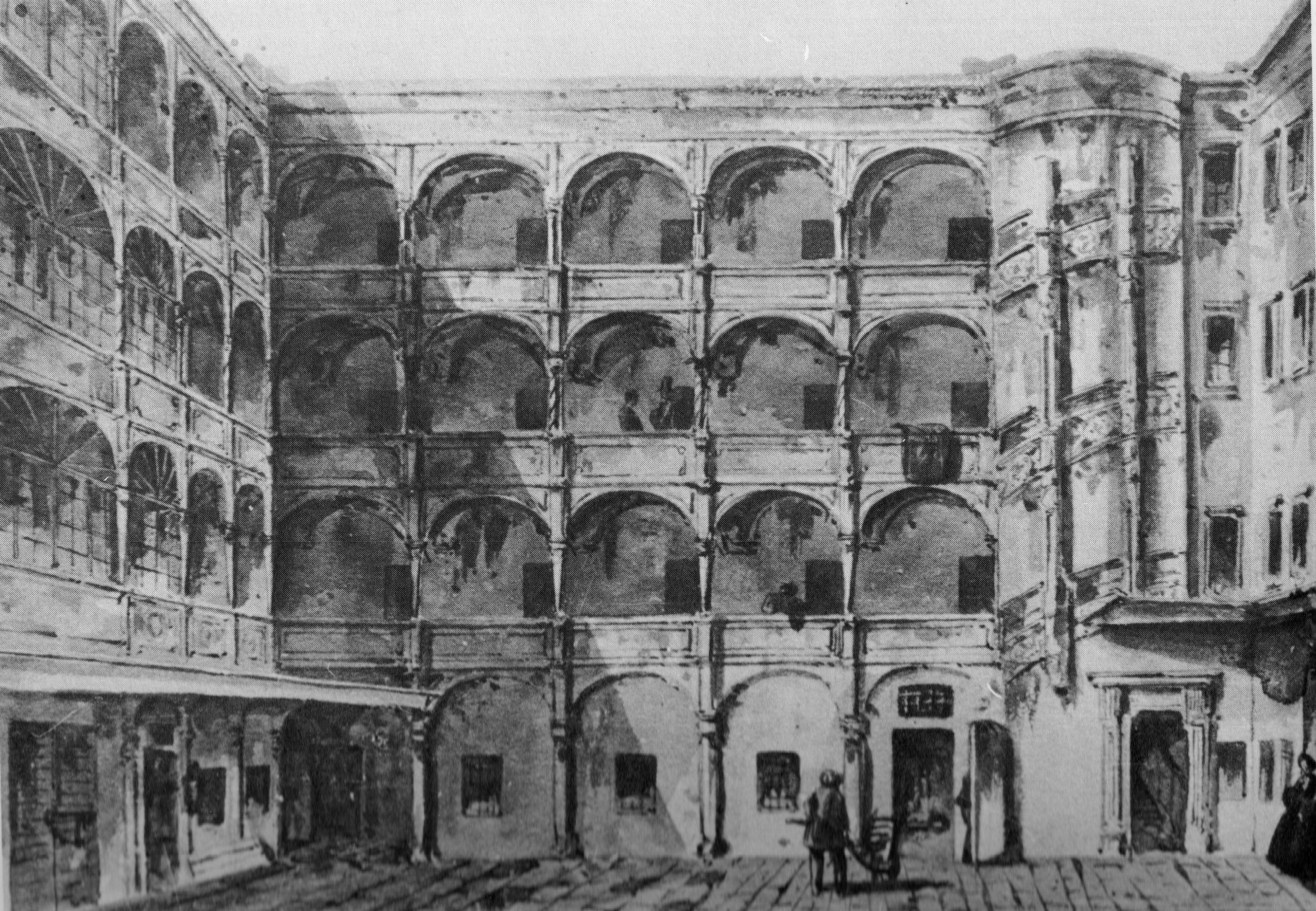
Arkadenhof des Palais Selb

An seiner Stelle wurde 1874–1876 nach Plänen von Otto Wagner und Otto Thienemann der monumentale Grabenhof errichtet (Listeneintrag).
- Bei sämtlichen Stiegen die Antrittsstufen erneuert, im unteren Bereich restauriert, darüber Kaiserstein.

## Kaiserstein für das Wohn- und Geschäftshaus am Petersplatz 4
Ein dreiseitig freistehendes monumentales Wohn- und Geschäftshaus 1874/76 von Architekt Adolf Baumgartner in Neu-Wiener-Renaissance erbaut. Zumindest die Stiegenstufen und Podeste bestehen aus Kaiserstein.

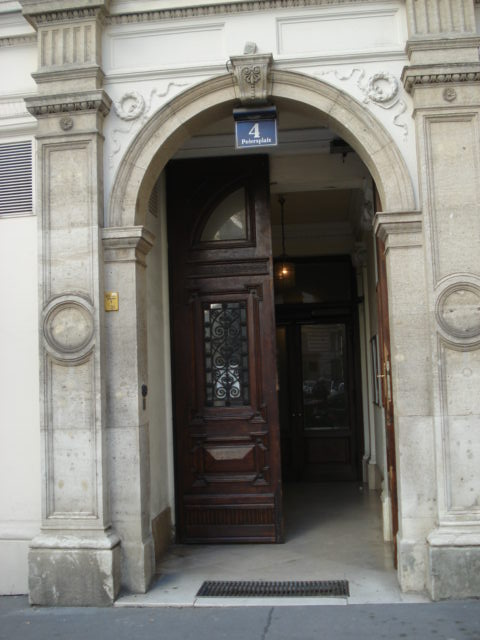
Pilastergerahmtes Rundbogenportal mit keilförmigem Schlussstein
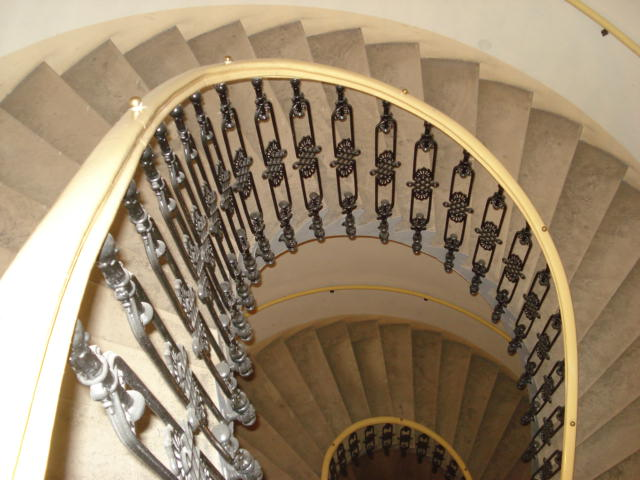
Freitragende gewendelte Stiege mit Kaisersteinstufen
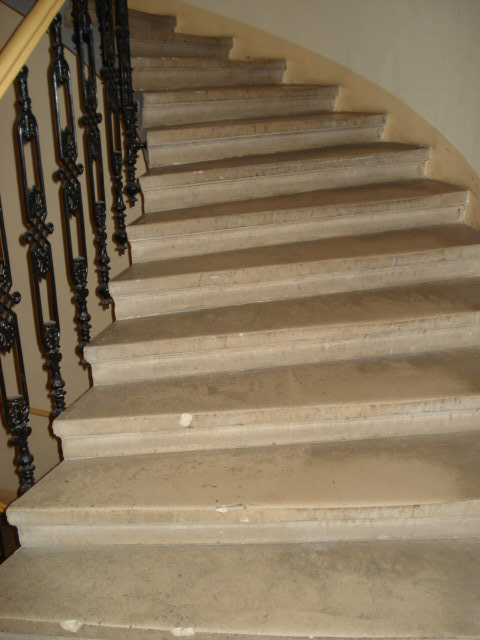
Stiege

## Kaiserstein für Kaiser Franz Joseph I., das k.k. Kunsthistorische Hofmuseum
Das Museumsgebäude bildet mit dem gegenüberliegenden Naturhistorischen und der Neuen Hofburg den realisierten Teil des von Gottfried Semper geplanten „Kaiserforums“. Architekt Carl Hasenauer hatte das Äußere von Semper wesentlich verändert.
- Der Rohbau entstand in den Jahren 1872–1881.

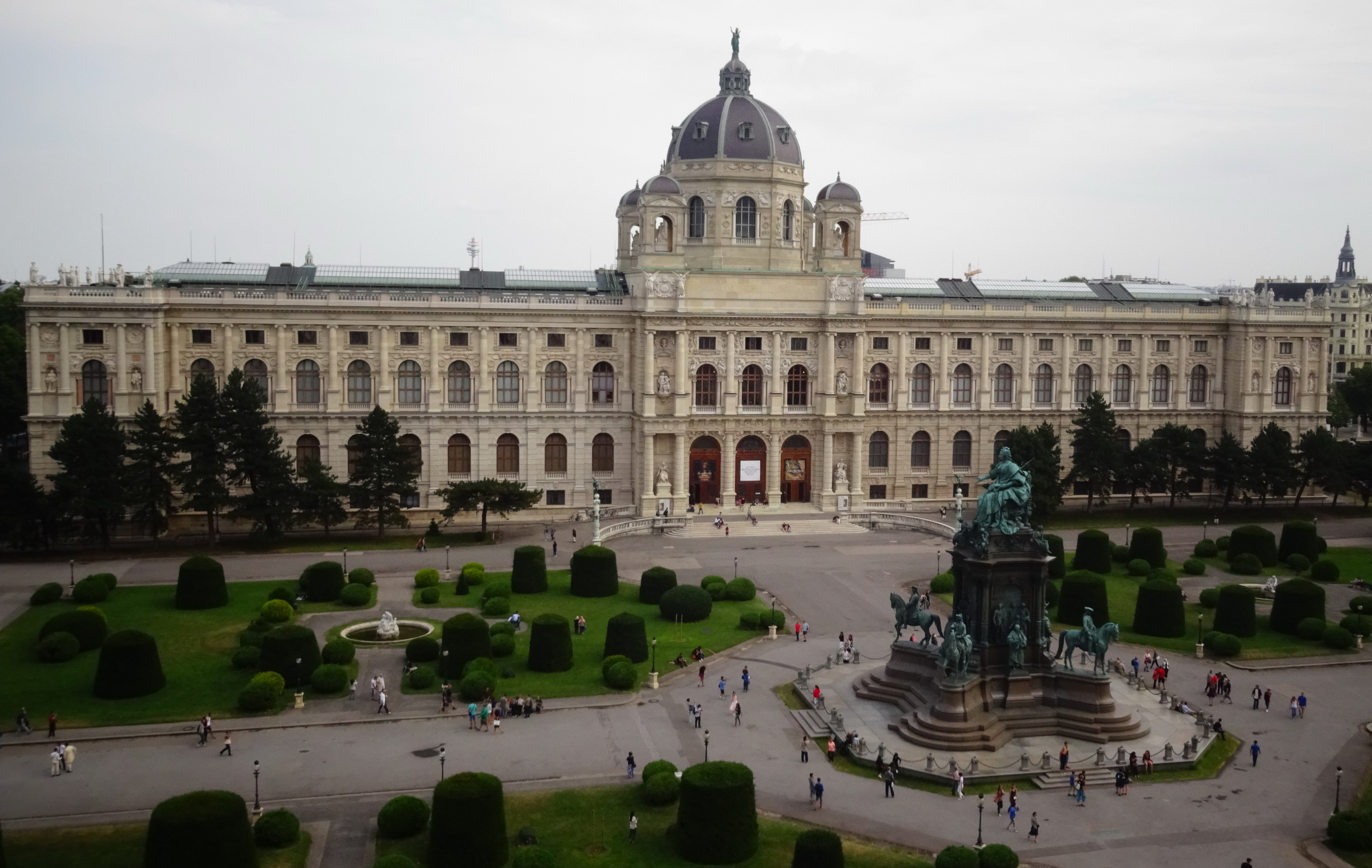
Gesamtansicht
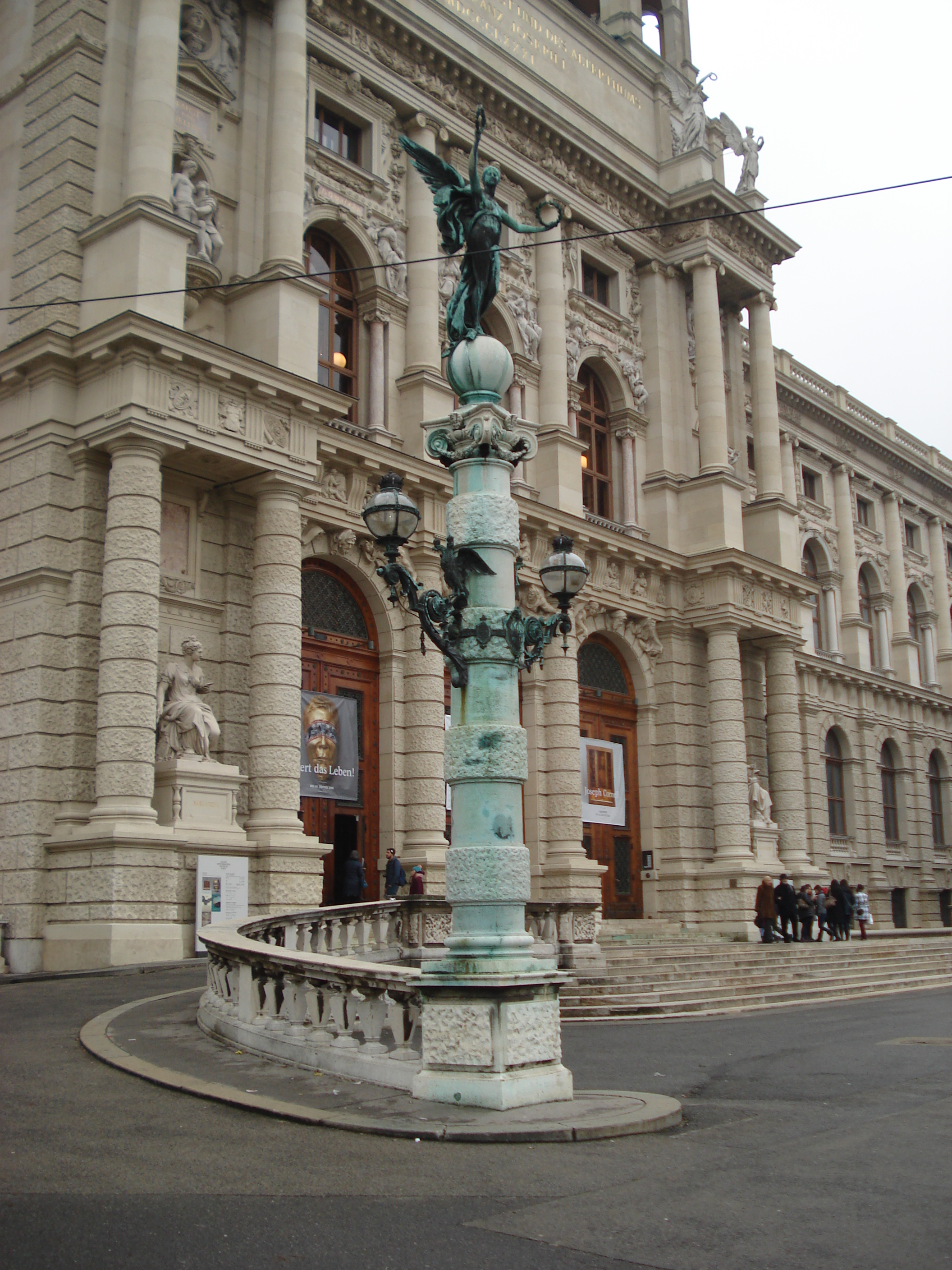
Auffahrtsrampe, Laterne aus Osliper Stein
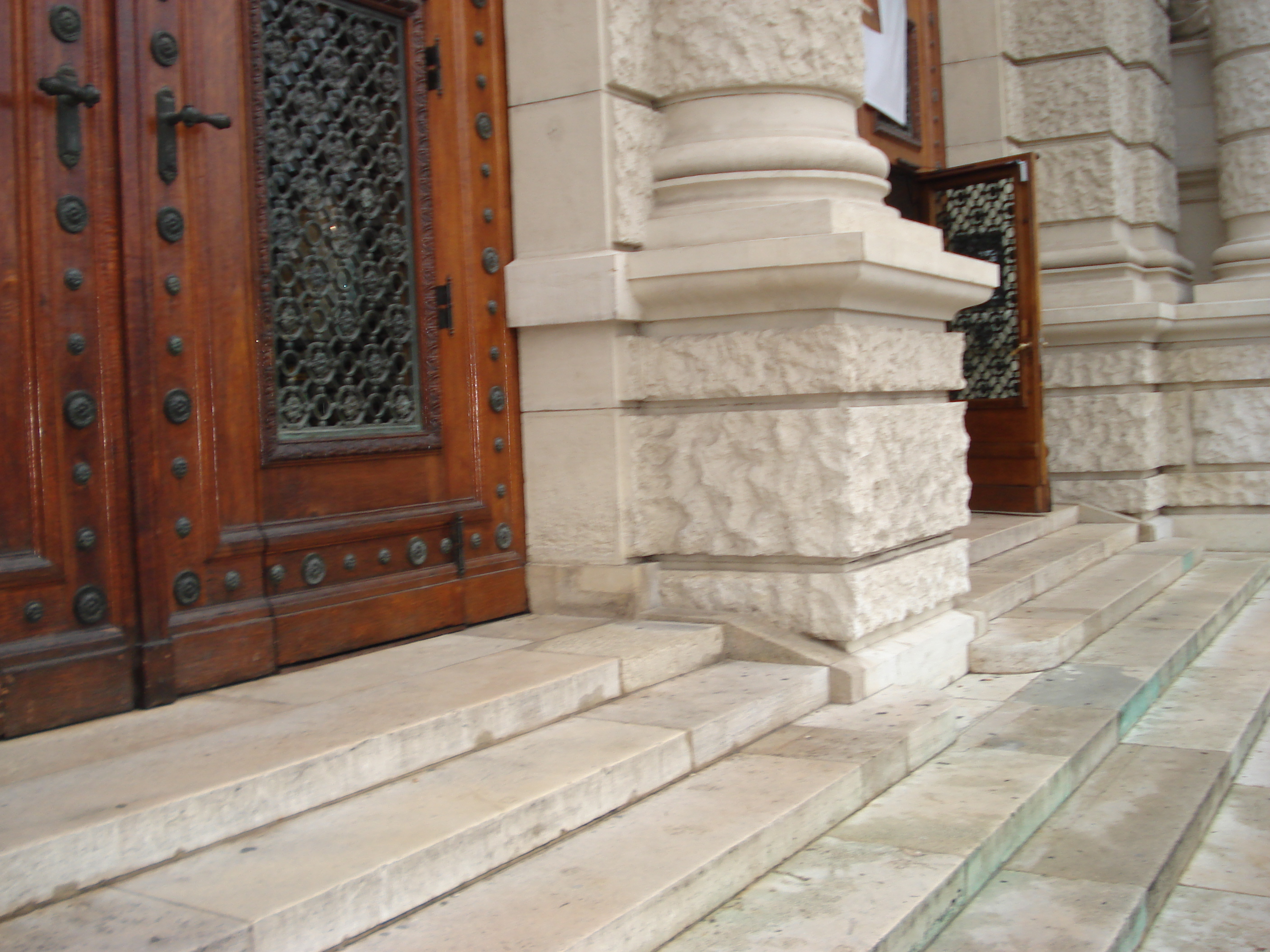
Haupteingang Außenstufen Kaiserstein
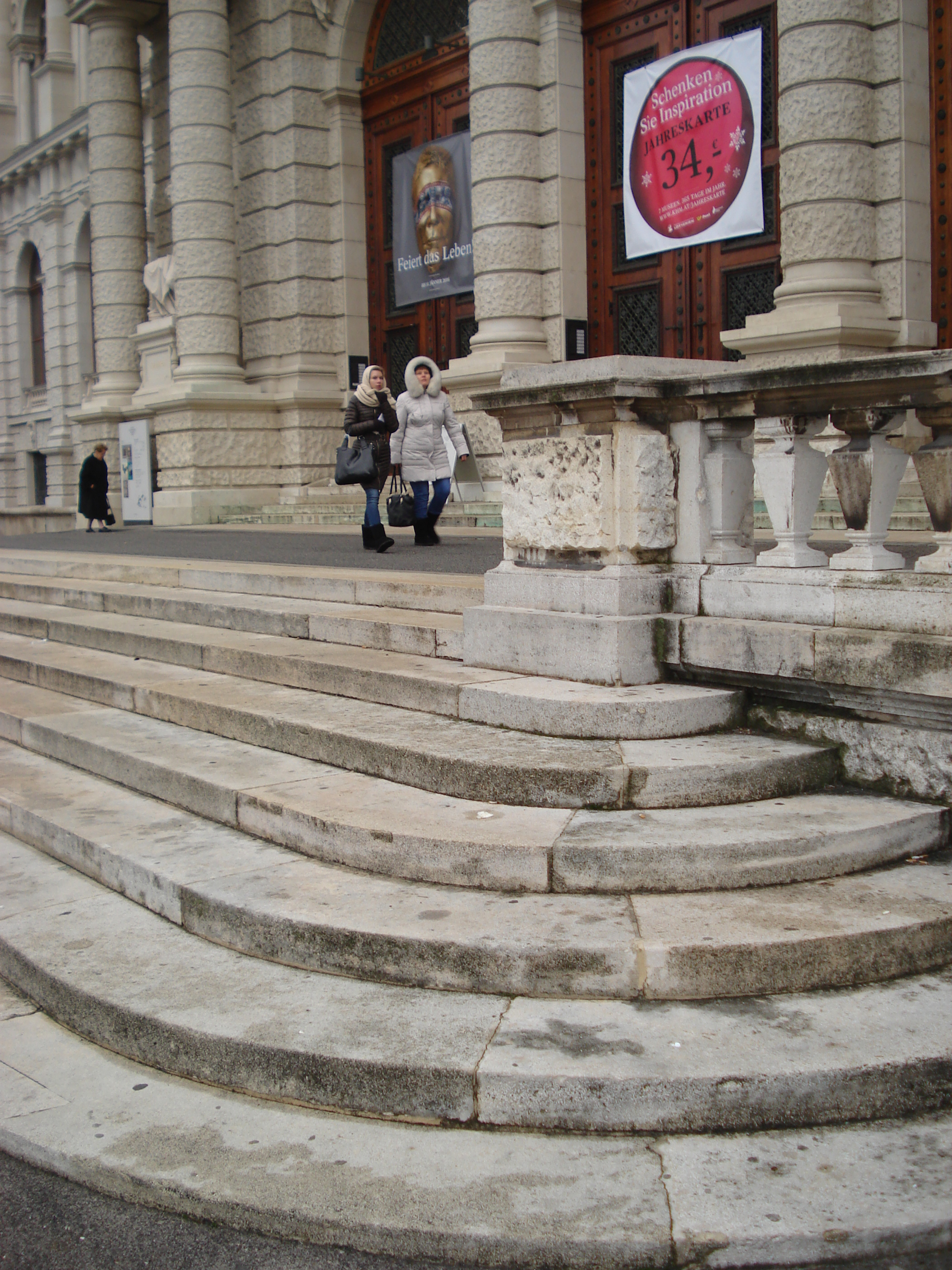
Außenstufen seitlich, auch Kaiserstein
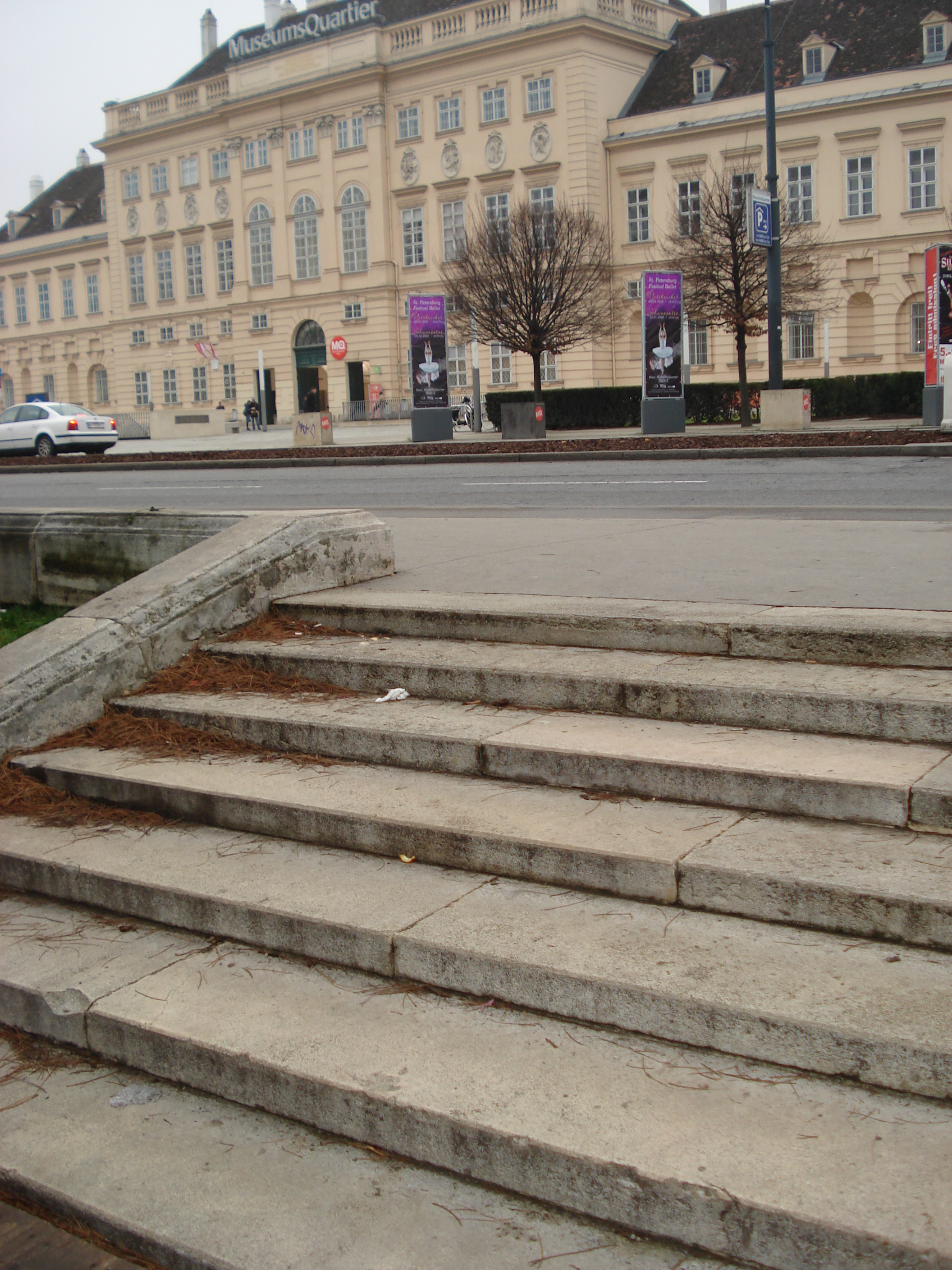
Stufen zur Zweier-Linie, auch Kaiserstein

- Für die Fassade der oberen Stockwerke wurden u. a. Kalksandsteine von Breitenbrunn, Bruck an der Leitha, Winden am See, Kroisbach und Kaisersteinbruch verwendet.
- Die Stiegen, Balustraden, Kandelaber bei Auffahrtsrampe und Haupteingang: Kaiserstein, Osliper- und Wöllersdorfer Stein.
- Das Hauptgesimse wurde 1947/48 in Sommereiner Stein erneuert.
- Die Becken der vier Tritonen- und Najadenbrunnen zwischen den beiden Museen bestehen aus Kaiserstein.

## Kaiserstein für Kaiser Franz Joseph I., das k.k. Hofburgtheater

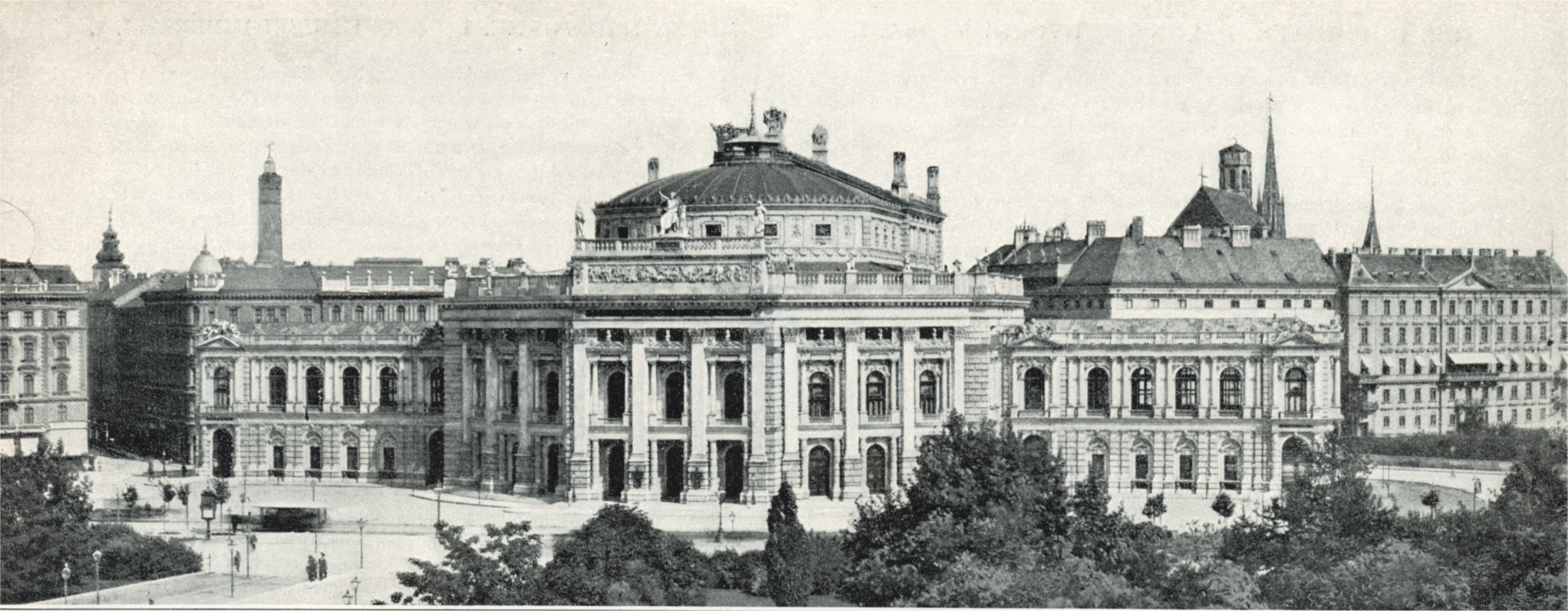
Burgtheater um 1898

Als kaiserliches Hoftheater 1874–1888 nach Plänen von Gottfried Semper (Gebäude) und Carl Hasenauer (Innengestaltung) im Stil der italienischen Renaissance errichtet. Der harte Kaiserstein von Kaisersteinbruch fand hier als Stufenstein der Kellerstiegen sowie der Dachbodenstiegen Verwendung.
- Steinmetzmeister Karl Teuschl lieferte am 25. August 1880 „rein ausgearbeitete Pfeiler und Unterlagsstücke aus hartem blauen Kaiserstein“.[238][268]

## Kaiserstein für das kleine Bürgerpalais samt Figurennische mit Merkur
Erbaut im 4. Viertel des 19. Jahrhunderts als ein kleines späthistoristisches Bürgerpalais mit reicher Fassadengliederung, Erker, Ädikulen, Figurennische mit Merkur, Attikabalustrade. Einfahrt links zur Stiegenhaus.

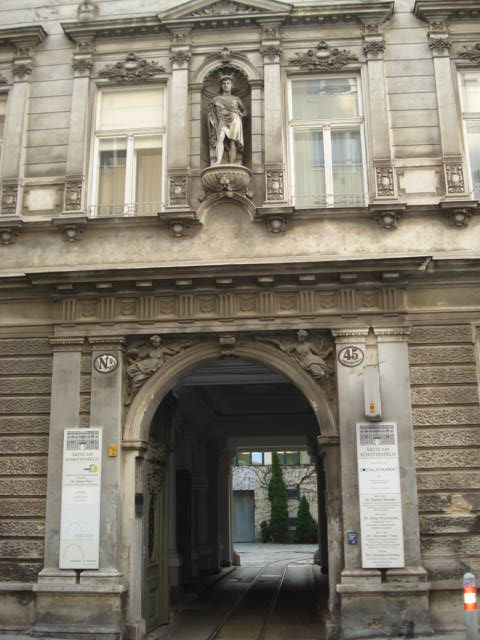
Schottenfeldgasse 45 Portal mit Merkur in der Nische bekrönt
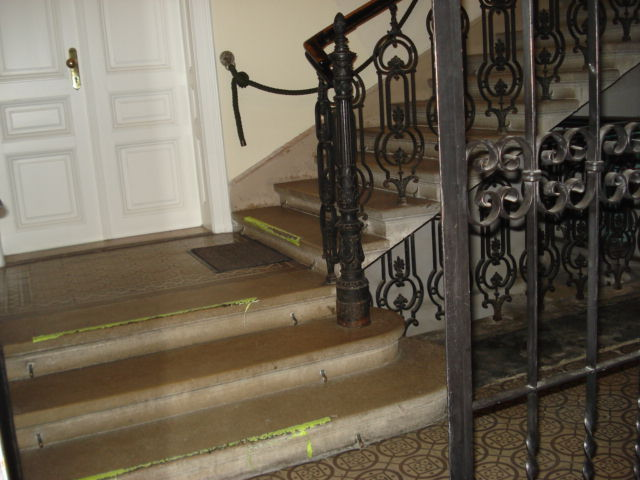
Antrittsstufen ins Stiegenhaus, allesamt Kaiserstein
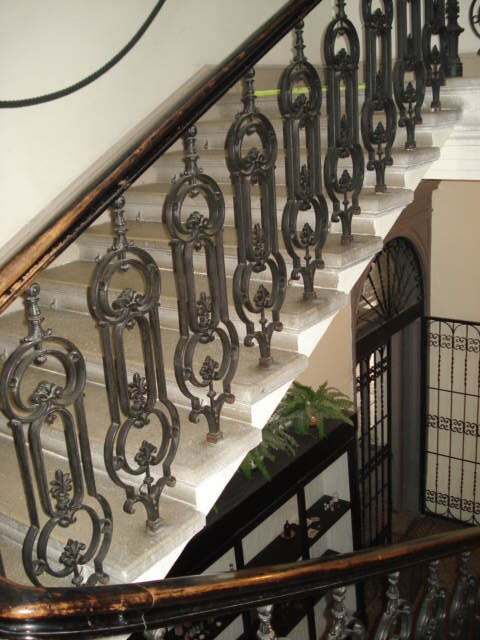
Stiegenhausgitter
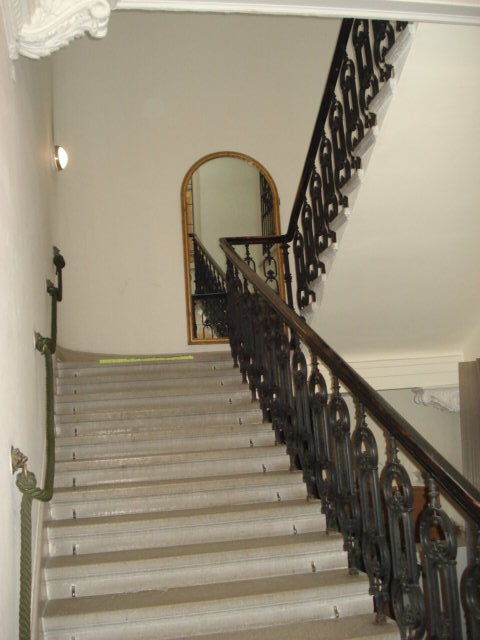

## Kaiserstein für Kaiser Franz Joseph I., das k.k. Naturhistorische Hofmuseum
Das verwendete Baumaterial war ident mit dem des Kunsthistorischen Museums. Steinmetzmeister Ferdinand Krukenfellner lieferte Steine und Steinmetzarbeiten aus seinen Kaisersteinbrucher Steinbrüchen, Ödenkloster-, auch Wald-Bruch, dem großen Zeilerbruch, vormals Pansipp-Bruch.

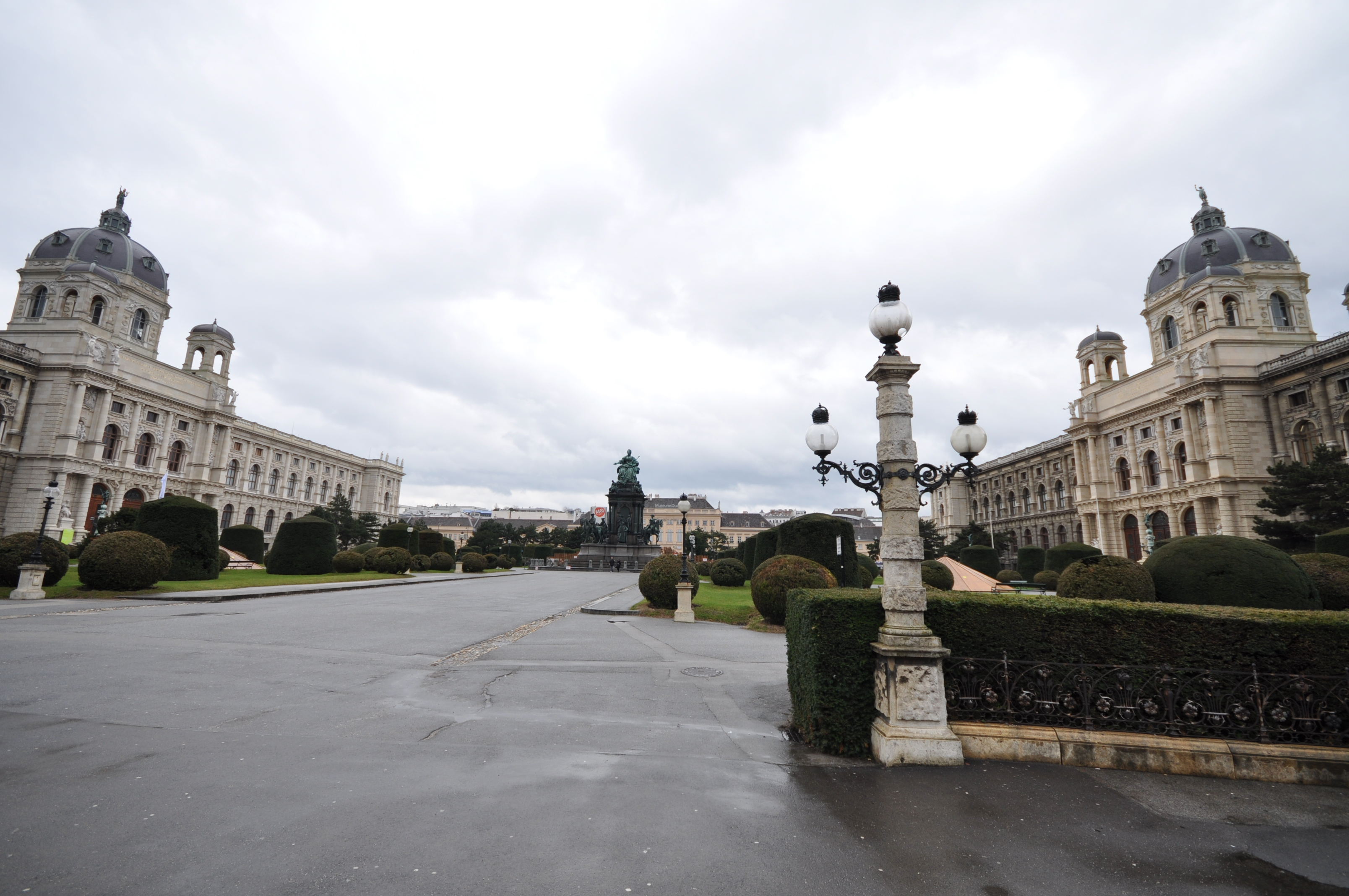
Maria-Theresien-Platz
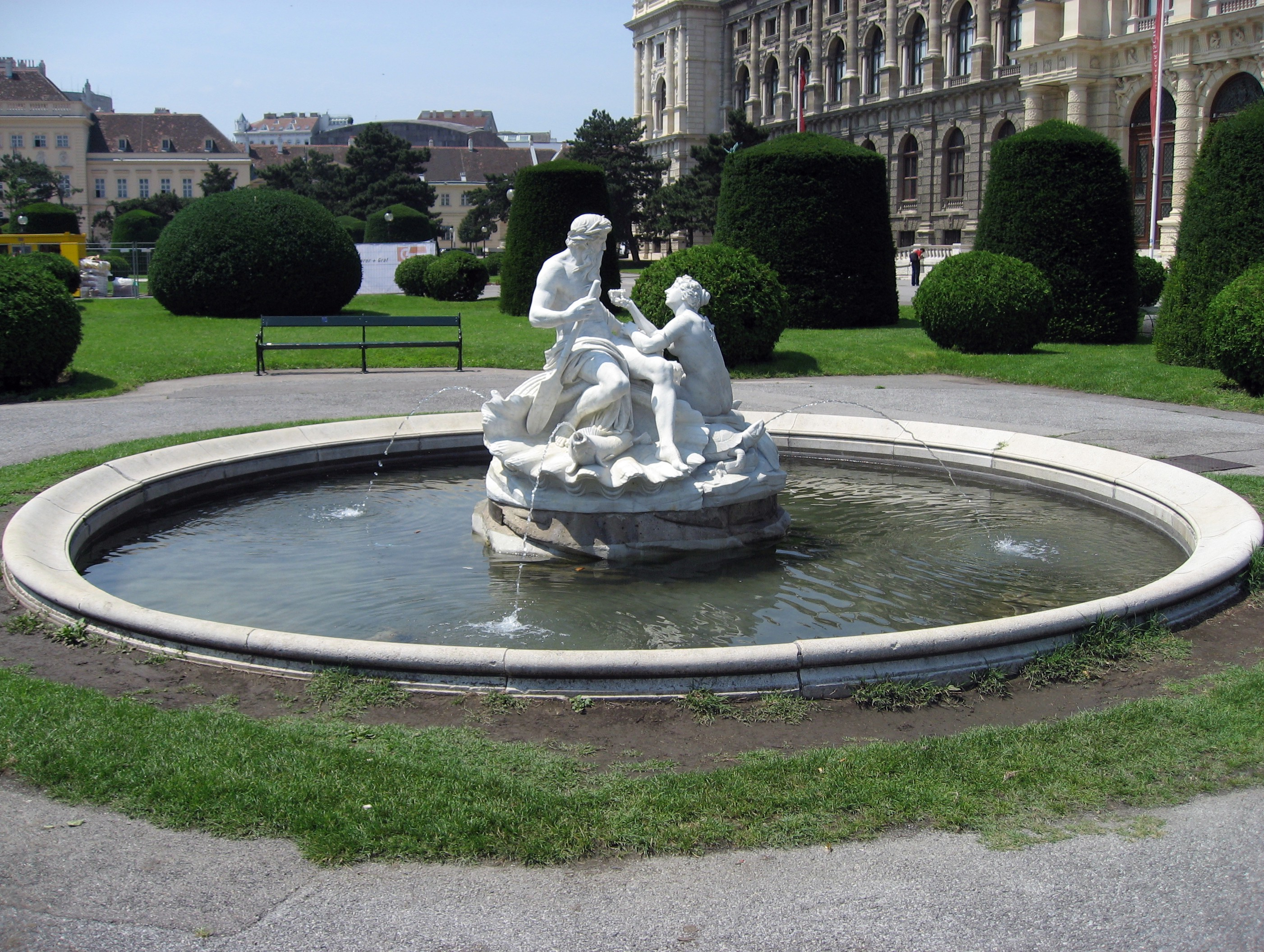
Najadenbrunnen

Ein Beispiel: Lieferung des Rohsteinmaterials für die Hängeplatten des Hauptgesimses für einen Hof des k.k.naturhistorischen Museums vom 27. November 1876.
Für glatte Pfeiler wurde der sehr harte Stein aus dem Hausbruch der Steinmetzmeister Amelin geliefert. Härtester blauer Kaiserstein wurde von den Meistern Franz und Karl Teuschl für Traversenunterlagssteine gefordert (Teuschl-Bruch).
Die Becken der vier Tritonen- und Najadenbrunnen in den Grünflächen des Maria-Theresien-Platzes zwischen den Museen sind aus Kaiserstein.
Von den beiden Hofmuseen wurden nach den Bauakten die Grände (Kanalbauten) teils in Badener Konglomerat, teils in Granit und anderen Gestein gearbeitet. Die Deckplatten („Kopfstücke“) bestanden auch aus sehr hartem Kaiserstein.

### Die wirtschaftliche Situation 1876
1876 werden in Kaisersteinbruch sogar neun Steinbrüche erwähnt. Es waren aber nur mehr 30 Männer und 26 Frauen beschäftigt, die 15.000 m³ Bau- und Werksteine erzeugten. Es wird in Wien kein Haus gebaut, in dem nicht dieser Stein zu Tür- und Fensterstöcken, Stiegen, Ecksteinen, Säulen, Brunnentrögen usw. verwendet wurde, so berichtet die Ödenburger Handelskammer im Jahresbericht 1876.

## Kaiserstein für den Bauherrn Carl Rapp, im Mietpalais in der Veithgasse

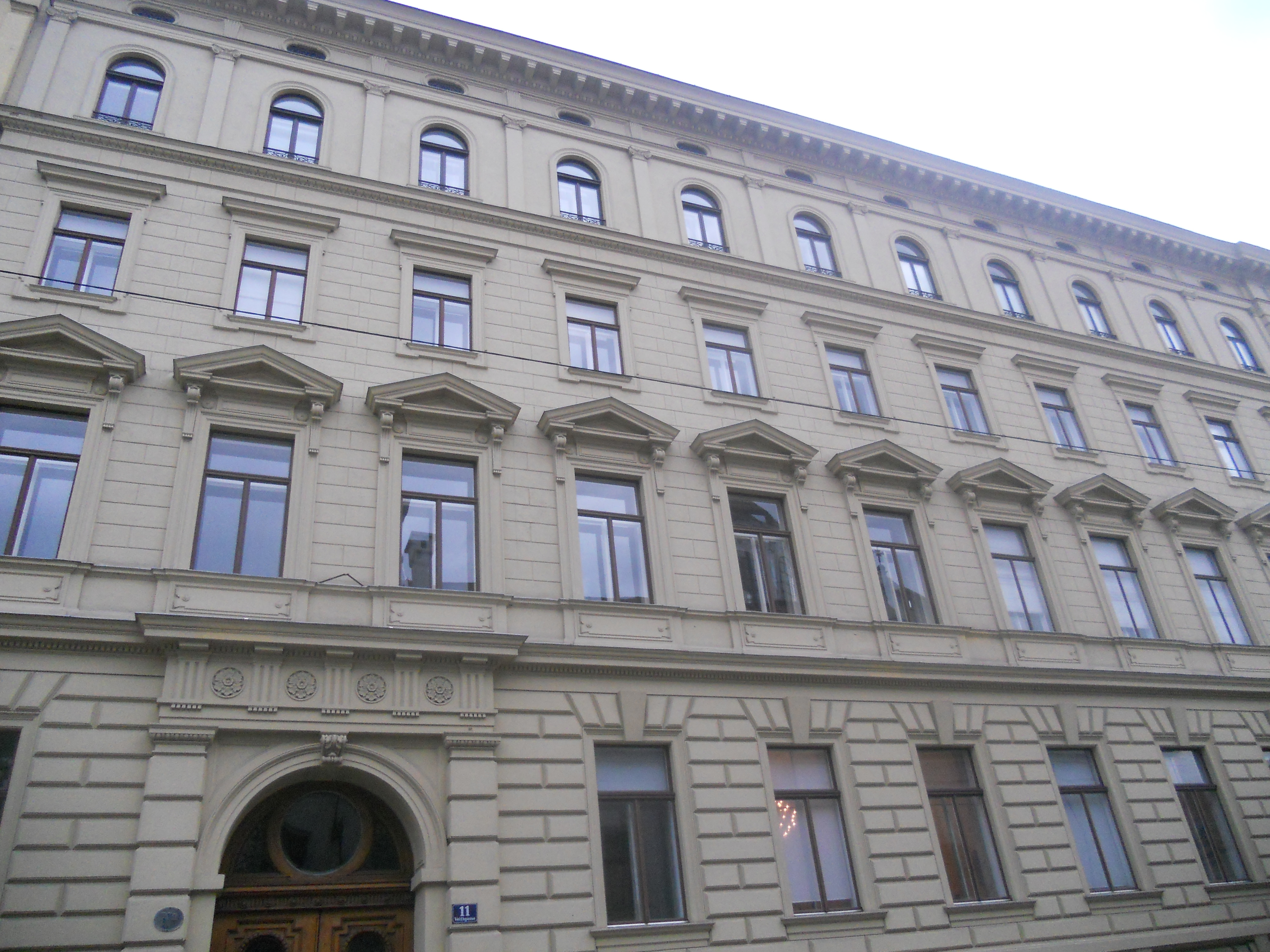
Monumentales Zinspalais Veithgasse 11
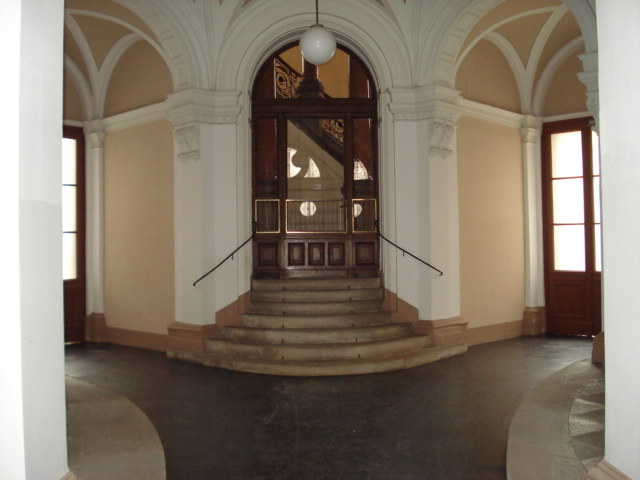
Hausflur mit Y-Grundriss
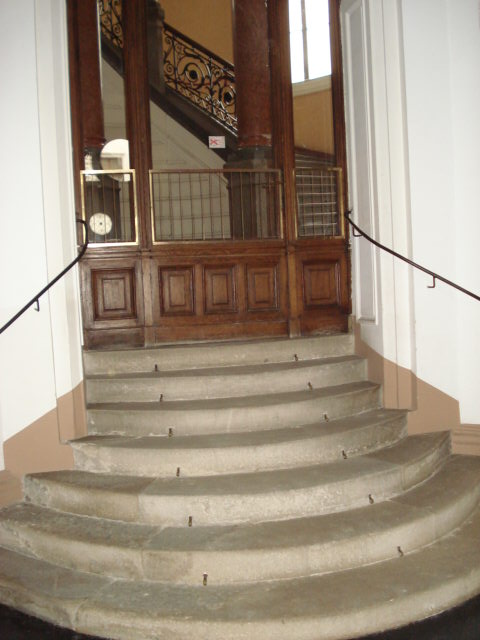
Antrittstufen zum runden Stiegenhaus, Kaiserstein
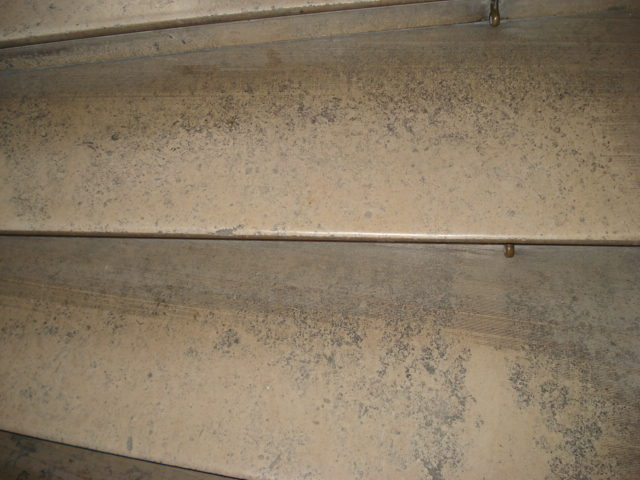
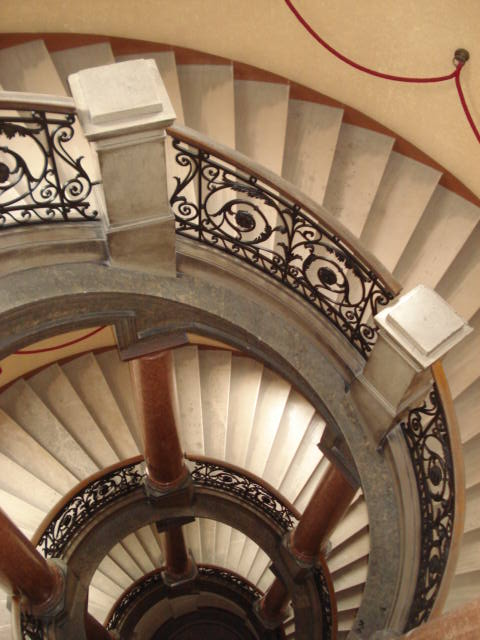
Rundtreppe

Dieses strenghistoristische Zinshaus in den Formen der Neu-Wiener Renaissance ist ein Hauptwerk von Andreas Streit und wurde 1876/77 erbaut.
Die runden Antrittstufen des Vorraumes und die seitlichen Sockelplatten der Einfahrt bestehen aus Kaiserstein. Bemerkenswert aufwändig konzipiert sind die Einfahrt in Y-Form und das runde Treppenhaus, das von Bramantes vatikanischer Reitertreppe inspiriert wurde.

## Kaiserstein für das Stadttheater in Brünn

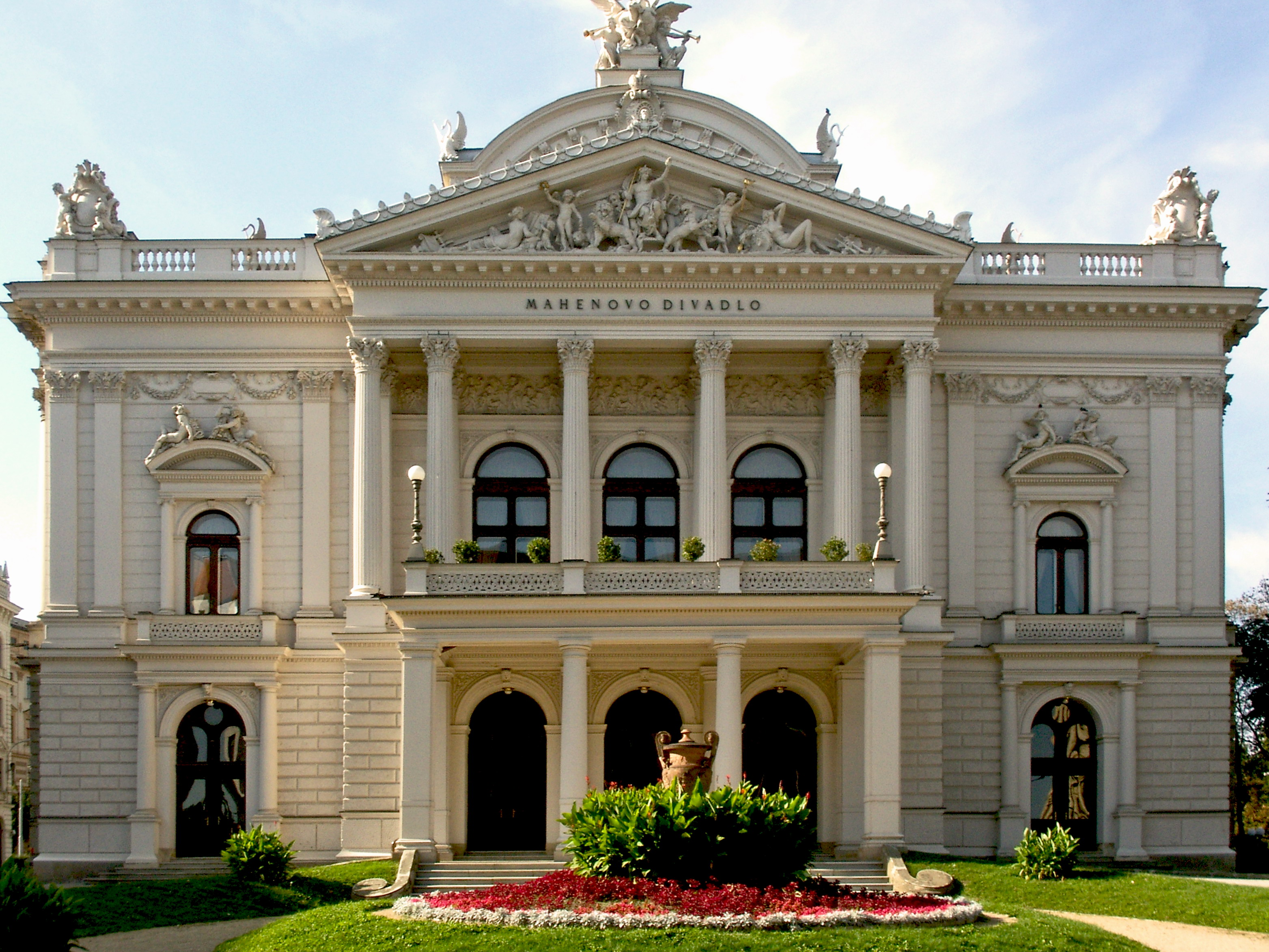
Mahen-Theater in Brünn, 2007

Das Stadttheater wurde im Gefolge der 1861–1863 durchgeführten Entfestigung Brünns und der Errichtung einer Ringstraße auf dem Obstmarkt (heute: Malinovsky-Platz) nach Wiener Vorbild erbaut. Den Auftrag für diesen im historistischen Stil gehaltenen Theaterbau erhielten 1878 die Architekten Fellner und Helmer.
Der reiche Skulpturenschmuck ist das Werk des Wieners Theodor Friedl (1842–1900), der regelmäßig mit Fellner und Helmer zusammenarbeitete. Für die Stufen der Haupttreppe wurde Marmor – schönster Stefanostein – verwendet, für die Stiege vom Parterre in den 1. Stock wählte man harten Kaiserstein aus dem Hausbruch in Kaisersteinbruch, für die Galeriestiegen Brünnlitzer Stein. Der Wiener Bildhauer Franz Schönthaler (1821–1904) schuf die Figurengruppe der Attika aus Breitenbrunner Bildhauerstein.

## Kaiserstein für das Stadtpalais der Bankiersfamilie Rothschild in Wien
Das Palais Albert Rothschild wurde in den Jahren 1879–1884 an der damaligen Heugasse, heute Prinz-Eugen Straße erbaut. Das Palais überstand den Zweiten Weltkrieg ohne wesentliche Bombenschäden, nach der Demolierung 1954 errichtete die Arbeiterkammer ihre Wiener Zentrale.

Rothschild-Palais
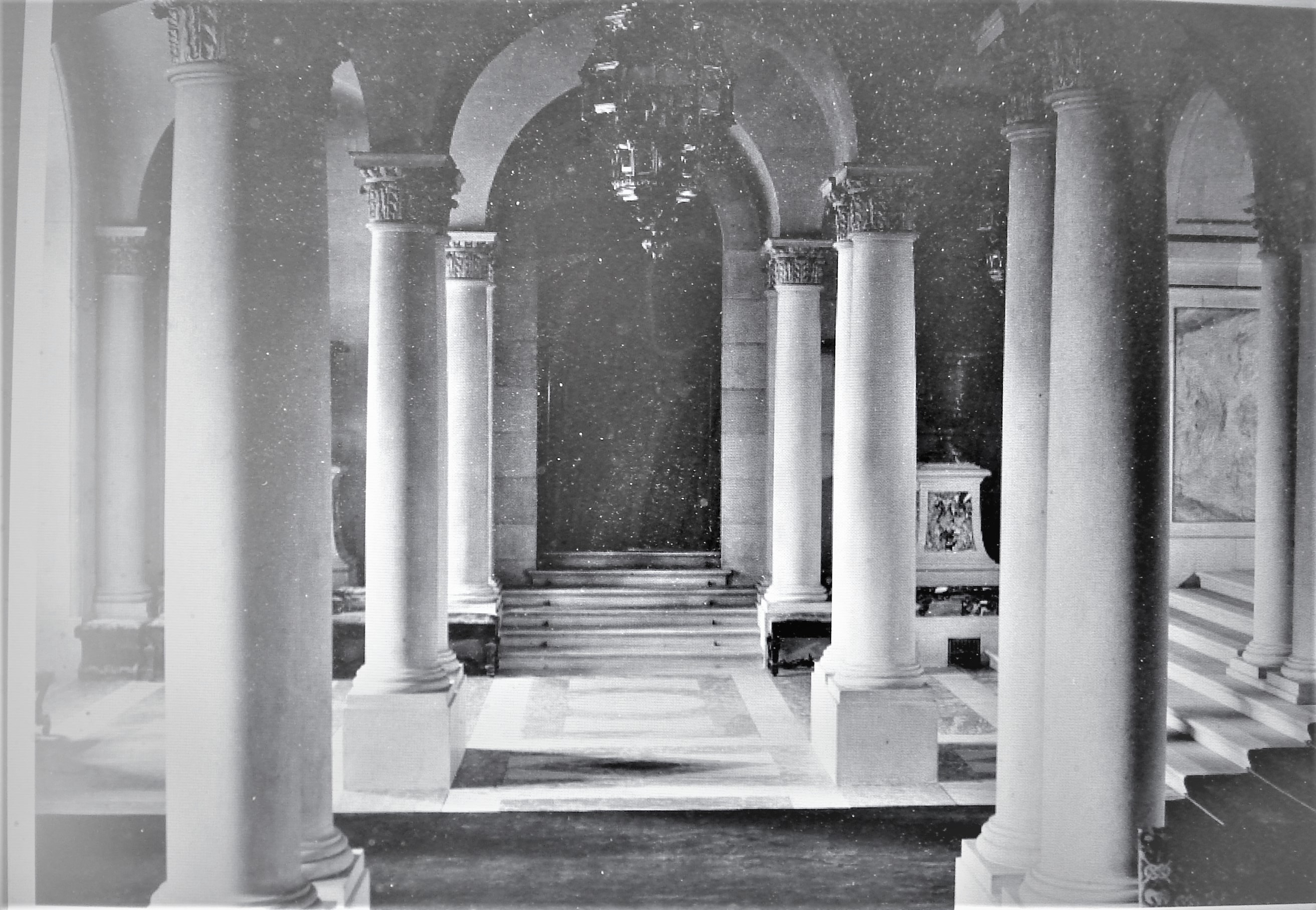
Bildarchiv ÖNB, Säulenhalle
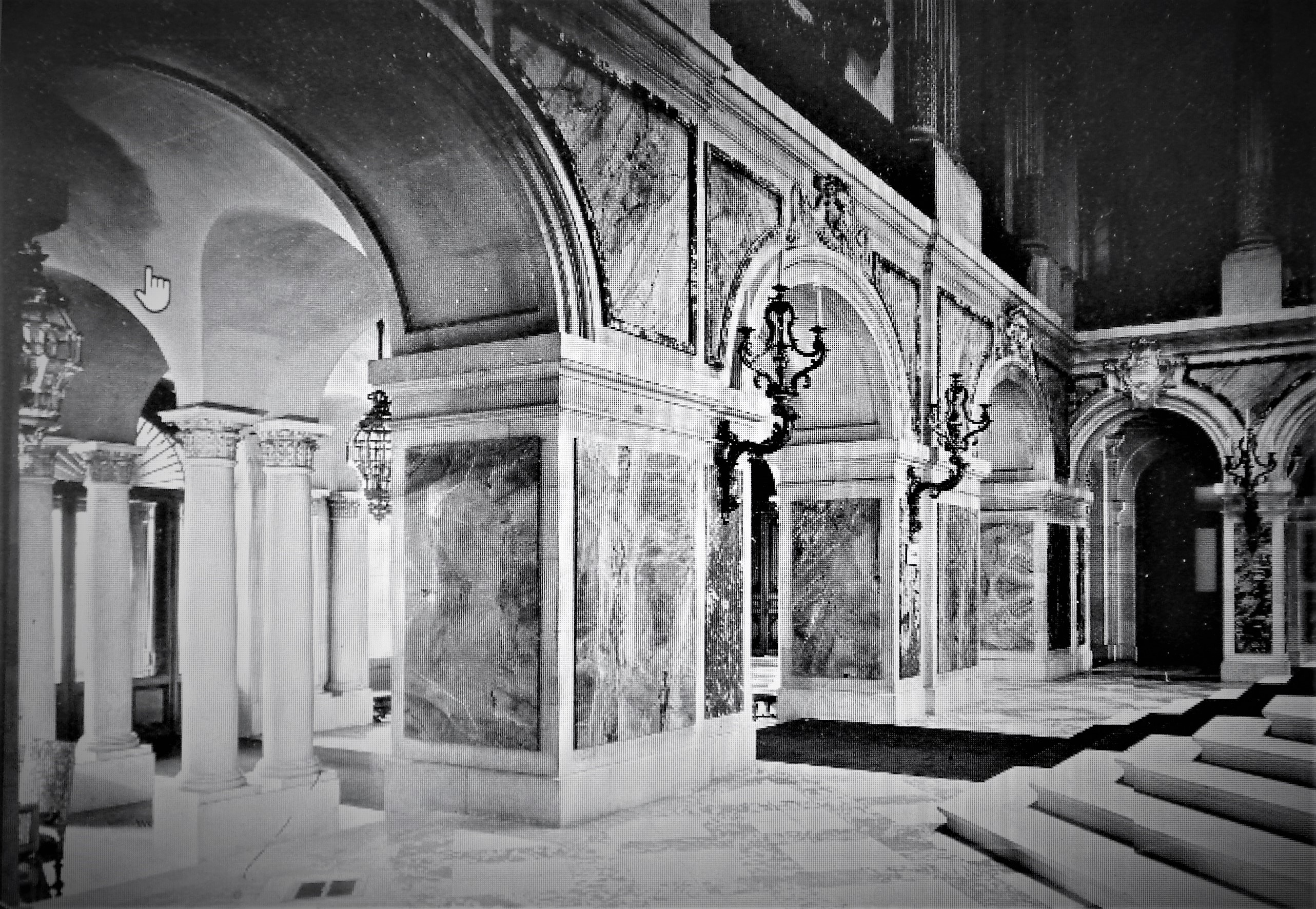
Bildarchiv ÖNB, Eingangshalle
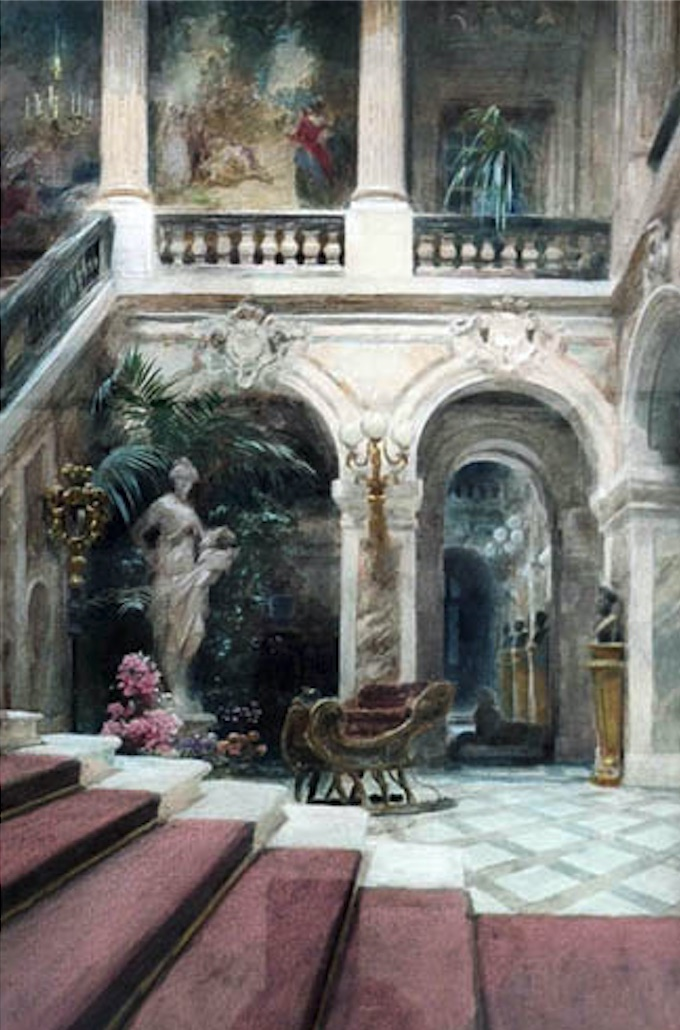
Treppenhaus 1907, Aquarell L.Rösch

Die Geologische Bundesanstalt dokumentiert Kaiserstein aus mehreren Kaisersteinbrucher Steinbrüchen. Die wesentlichen Brüche, der Hausbruch, Einsiedler-Bruch, Kapellenbruch, Kavernenbruch und der Blaue Bruch (siehe Weblinks).

## Kaiserstein für den Bankier Wilhelm Zierer in seinem Gartenpalais

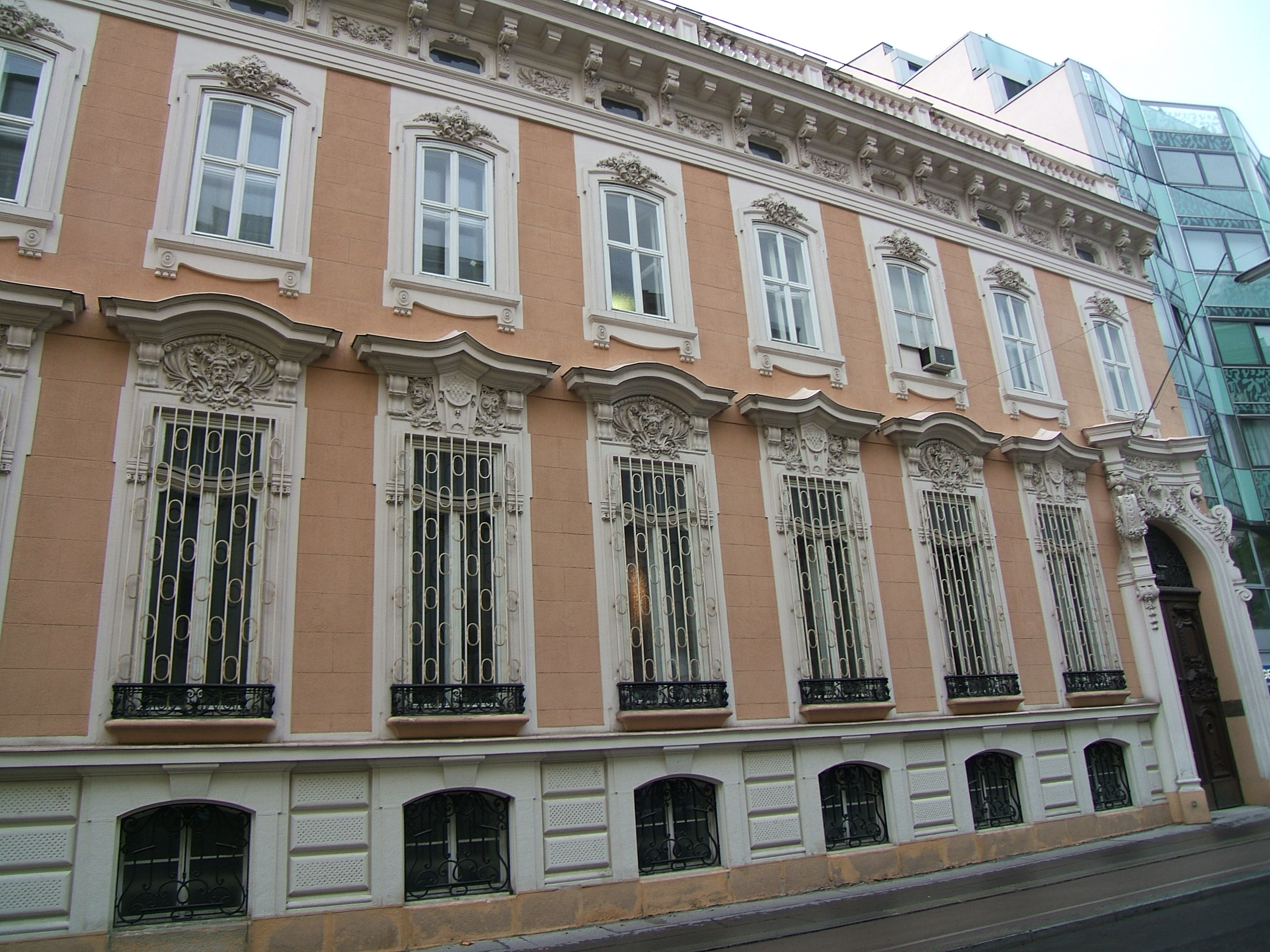
Palais Kranz

Das Palais wurde 1880 vom Baurat Gustav Korompay gemeinsam mit Architekt Viktor Rumpelmayer für Bankier Wilhelm Zierer im neobarocken Stil erbaut. Das Palais war als Gartenpalais entlang der Alleestraße, wie die Argentinierstraße früher genannt wurde, angelegt worden. Das Glashaus von Fellner und Helmer 1889 errichtet, verweist auf den ursprünglichen Verwendungszweck. Das Palais wurde später von J. Kranz gekauft, der u. a. Friedrich Ohmann mit der Umgestaltung der Innenräume beauftragte. Steinmetzaufträge erhielten die Steinmetzmeister Amelin aus Kaisersteinbruch, die Werkstücke von hartem Neukaiserstein aus dem Kapellenbruch lieferten.
- Das Palais beherbergt seit 1945 die russische Handelsvertretung in Österreich.

## Kaiserstein für Kaiser Franz Joseph I., im neuen Burgflügel der Wiener Hofburg

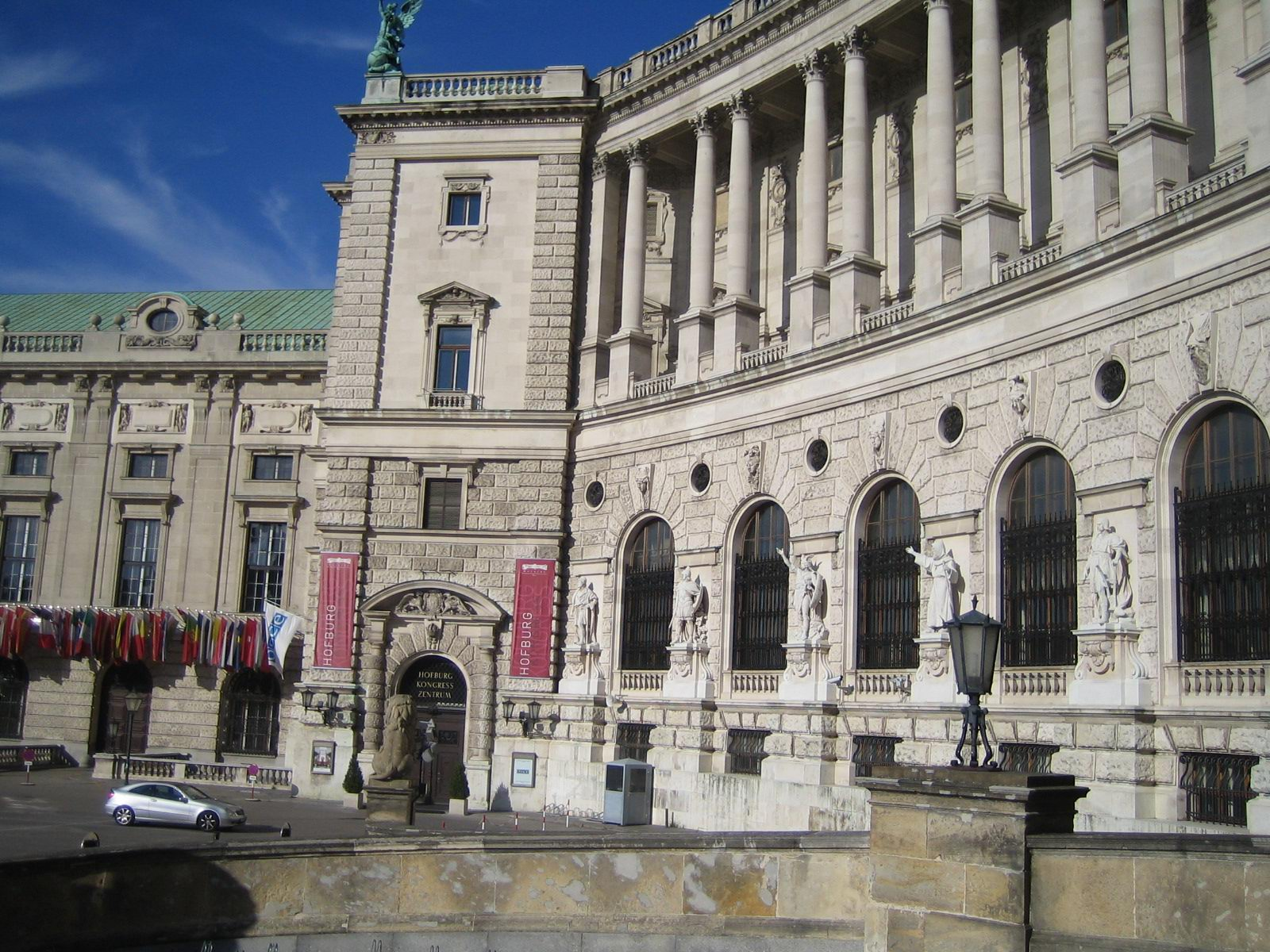
Neue Burg Fassade Sockel

Am 9. August 1881 genehmigte Kaiser Franz Joseph I. den neuen Burgflügel beim Kaisergarten (heute Burggarten). Zu Beginn galten die Pläne der Architekten Gottfried Semper und Carl Hasenauer.
Die Fundamente wurden bis zur außergewöhnlichen Tiefe von 25 m gegraben. Als Grundstein nahm man den porösen Leithakalksandstein von Winden. Weiters dokumentiert sind Lieferungen von Neukaiserstein aus dem Kapellenbruch in Kaisersteinbruch von Steinmetzmeister Amelin für den Sockel der Neuen Burg.
Für die Stiegenanlage im „Segment“ wurde beschlossen, bis zum Halbstock aus Laaser Marmor, der Rest aus Kaiserstein.

## Kaiserstein für Kaiser Franz Joseph I., im Jagdschloss Hermesvilla

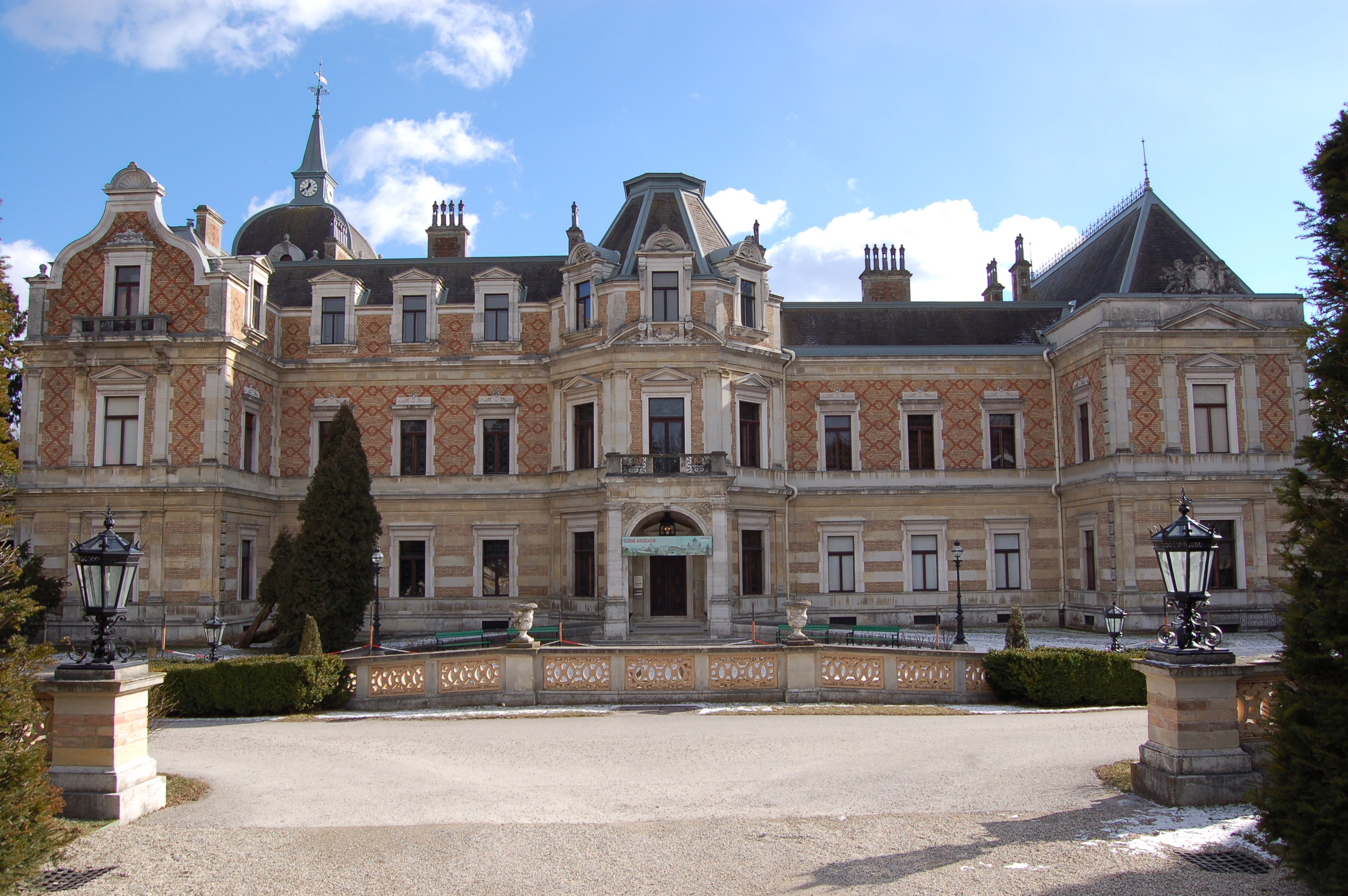
Hermesvilla

1882–1886 wurde im Auftrage von Kaiser Franz Joseph I. die Hermesvilla von Architekt Carl Hasenauer erbaut. Ein Jagdschloss als Präsent für die Kaiserin Elisabeth. Im Stadterweiterungsfonds VIII/378 sind Steinlieferungen dokumentiert:
Sterzinger Marmor für die Treppe, Laaser Marmor für die Wendeltreppe, Wöllersdorfer Stein für die Freitreppe, Lindabrunner Stein, Almaser Stein, St. Margarethener Kalksandstein, Mannersdorfer Stein und härtesten Kaiserstein für Traversenunterlagsteine, Gewände für Fenster.

## Kaiserstein für Anton Ronacher in seinem „Concert- und Ballhaus“
1871 bis 1872 erbaute Architekt Ferdinand Fellner der Ältere das Wiener Stadttheater. 1884 brannte das Haus nieder. 1886 kaufte Anton Ronacher die Brandruine und ließ wiederum von Ferdinand Fellner dem Jüngeren (der inzwischen das Büro Fellner & Helmer gegründet hatte) Mai 1887 bis April 1888 darauf ein Concert- und Ballhaus errichten.

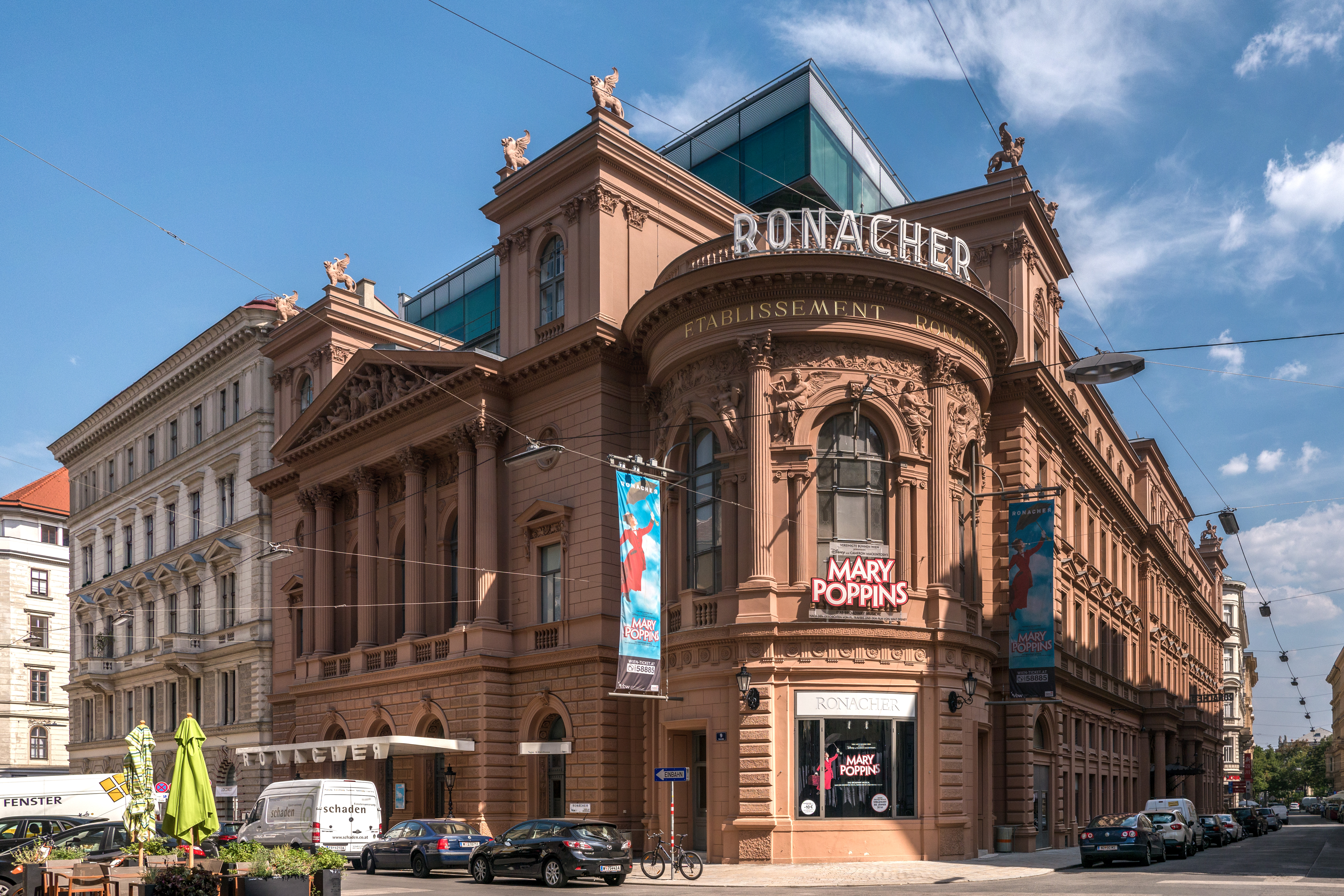
Ronacher Theater
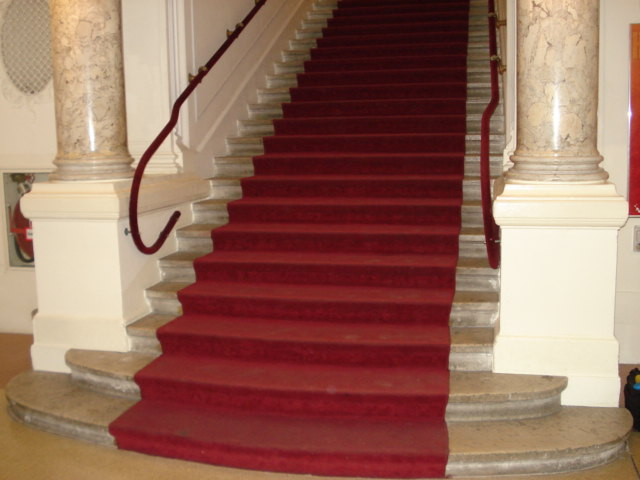
Hauptstiege mit Kaisersteinstufen
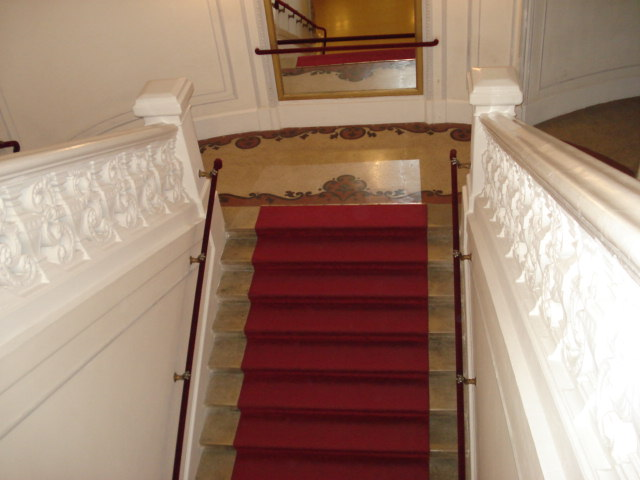
Blick von oben
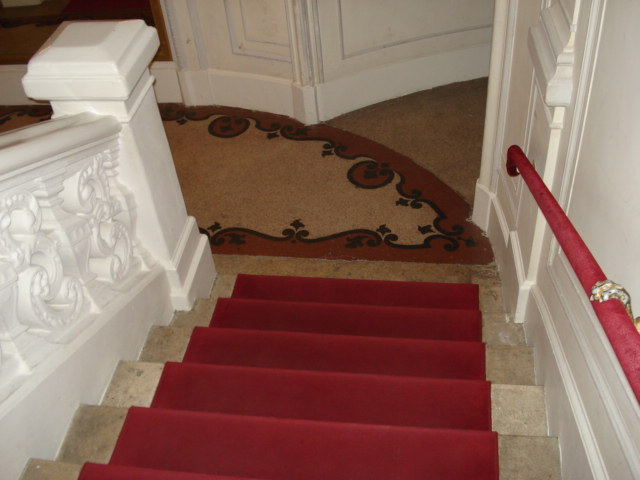

Die Hauptstiege wurde mit Stufen aus Kaisersteinbruch errichtet.

## Kaiserstein für die Oberösterreichische Sparkasse auf der Linzer Promenade

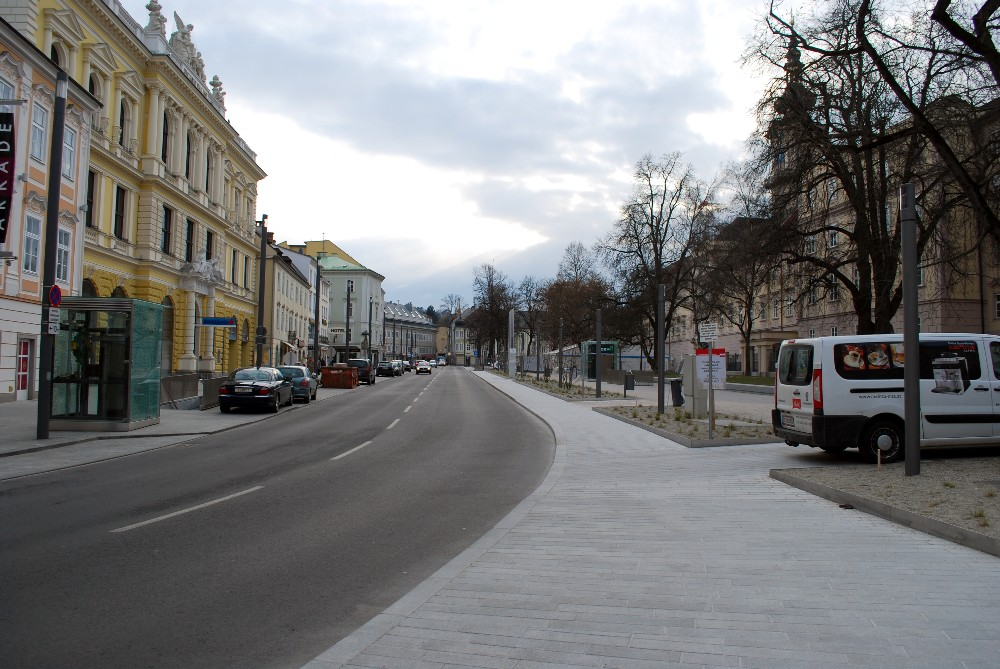
Promenade Linz, Sparkasse links

Zu den gesteinskundlich interessanten Bauten der Linzer Promenade gehört die Allgemeine Sparkasse. Das 1886 bis 1892 errichtete Gebäudes wurde im Stil des repräsentativen Neobarocks der Gründerzeit errichtet. Die reiche Fassadendekoration ist zum Großteil mit Leithakalk ausgeführt worden, der auch für die Wiener Großbauten (Ringstraßenbauten) dieser Zeit herangezogen wurde.
Den noch aufliegenden Kostenvoranschlägen ist zu entnehmen: … harter Kaiserstein und Joiser für die jonischen Dreiviertelsäulen und Kapitelle, die Fensterverzierungen im ersten und zweiten Stock und andere Einzelheiten. Die Säulen und deren Sockel beiderseits des Einganges geben einen guten Einblick in das helle weißfleckige Gestein des Leithagebirges. Der rechte Sockelquader enthält eine gut sichtbare Austernschale.

## Kaiserstein für das Palais Vrints zu Falkenstein

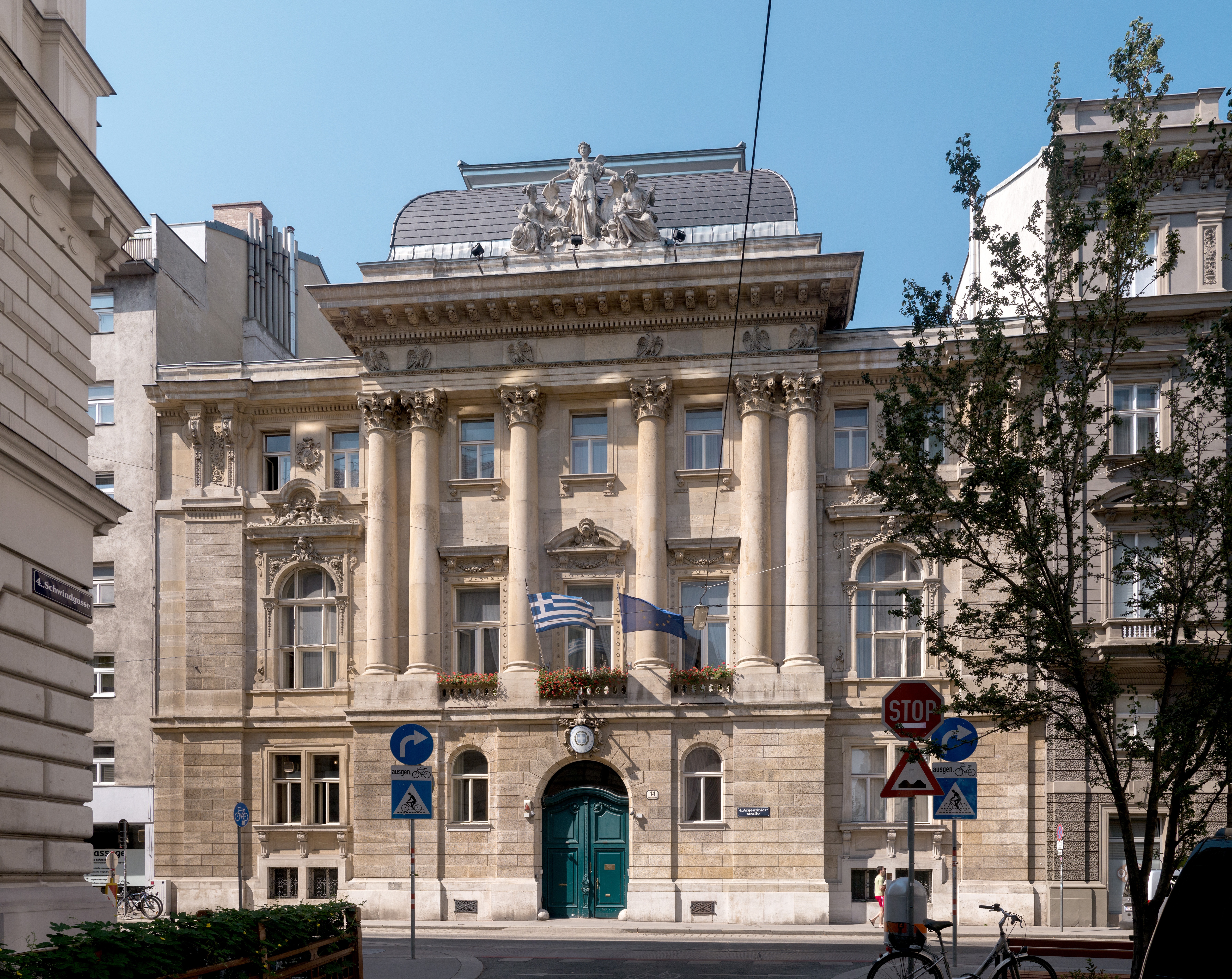
Palais Vrints zu Falkenstein

Das Palais Vrints zu Falkenstein (auch Palais Falkenstein genannt) wurde als Sitz der Familie Vrints erbaut und dient seit 1921 als Sitz der griechische Botschaft. Graf Maximilian Vrints von Treuenfeld und zu Falkenstein ließ sich 1887–1889 von Ludwig Richter und Alois Schumacher das Palais Vrints zu Falkenstein errichten und ausstatten.
Die Architekten wählten für das Palais St. Margarethener Kalksandstein und Kaiserstein.
Die Fassade prägen klassizistische Dreiviertelsäulen, überhöht von Falken, den Wappenvögeln von Falkenstein. Von den darüber lagernden drei weiblichen Statuen stellt die mittlere die Siegesgöttin Nike dar.

## Kaiserstein für die „Kronprinzessin Stefanie-Warte 1887“ auf dem Kahlenberg

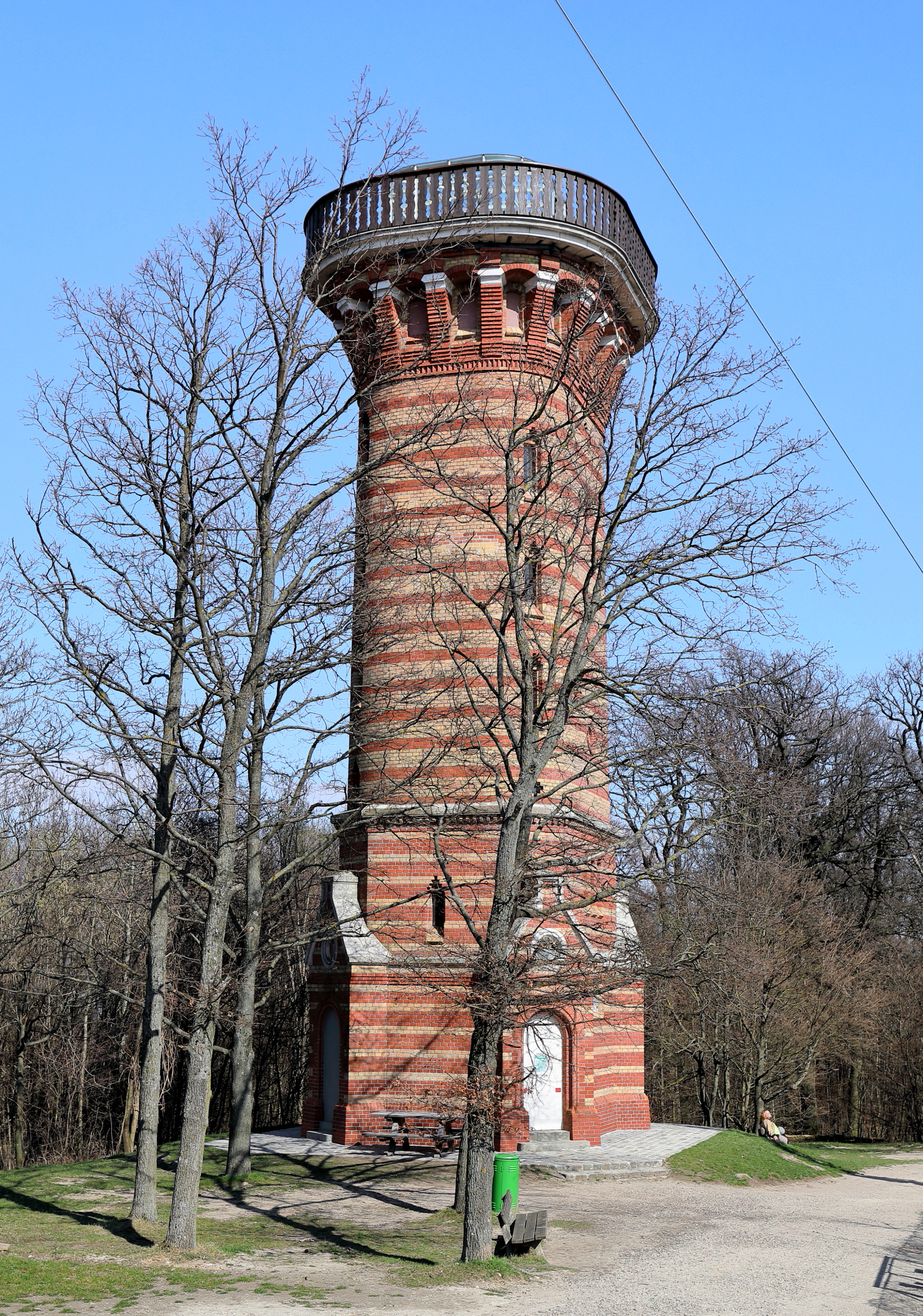
Stephaniewarte

Die Vorgeschichte dieses Gebäudes beginnt 1629–1639, aus Zellenhäuschen einer bestehenden Kamaldulenser Klosteranlage mit dazugehöriger Kirche, der Kahlenberger Kirche St. Josef. Nach Klosteraufhebung 1782 durch Joseph II. wurde verkauft.
Das Kahlenberghotel eröffnete 1872, nördlich davon erbaute 1887 das Büro Fellner & Helmer die Stephaniewarte, nach Kronprinzessin Stephanie, Gemahlin von Kronprinz Rudolf, benannt, einen Aussichtsturm in Form einer späthistoristischen Burg. Aufgrund des erwarteten Besucherandrangs wurden zwei getrennte Stiegenhäuser mit jeweils 125 Stufen errichtet, eines für den Aufstieg und eines für den Abstieg. Heute ist für die Öffentlichkeit nur ein Stiegenhaus zugänglich. Im Jahre 1992 wurde der Stiegenaustritt mit einer Glaskonstruktion überbaut. Dokumentiert sind Lieferungen von hartem Kaiserstein aus dem Buchthal-Bruch in Kaisersteinbruch.

## Kaiserstein für Kaiser Franz Joseph I., den Michaelertrakt der Wiener Hofburg

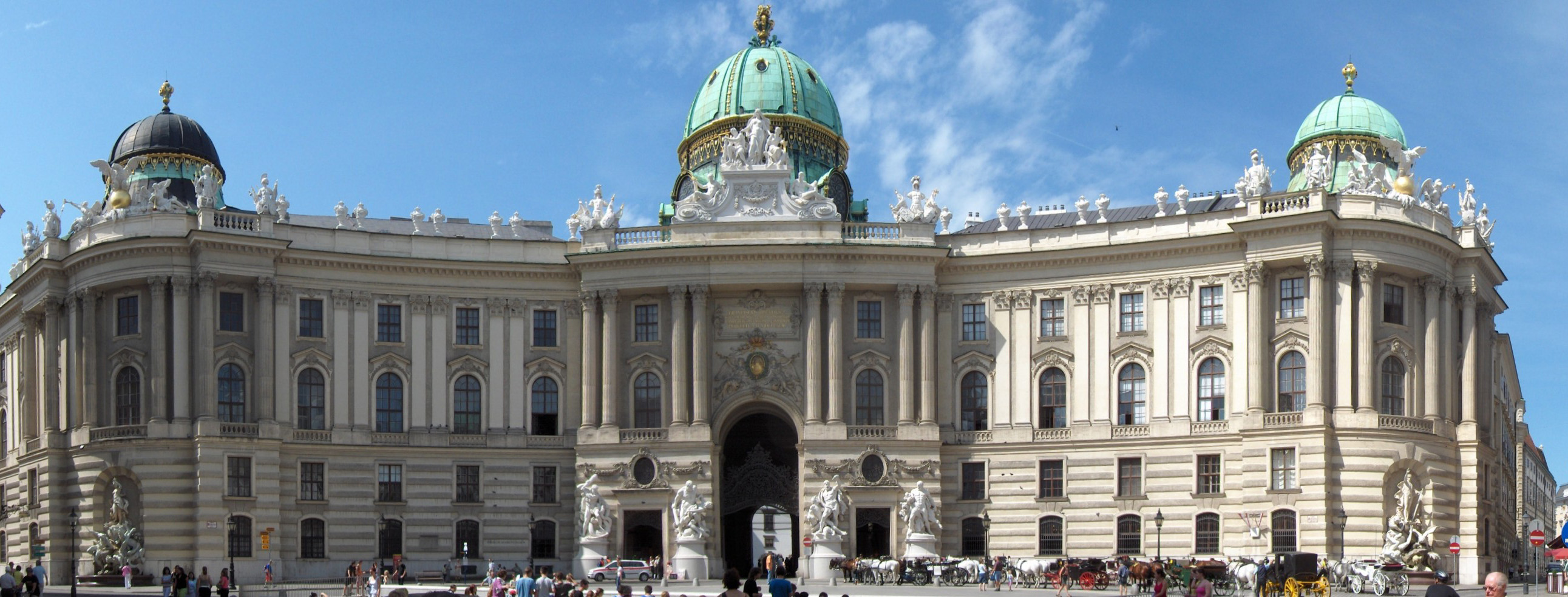
Michaelertrakt

Diesen Trakt der Hofburg vollendete 1889–1893 Architekt Ferdinand Kirschner im Auftrag von Kaiser Franz Joseph I. unter Verwendung der Pläne von Joseph Emanuel Fischer von Erlach. Die Bauarbeiten wurden 1735 unter Kaiser Karl VI. eingestellt.
Das Kaisersteinbrucher Steinmetzhandwerk erhielt noch einmal einen großen Auftrag bei der Hofburg:
- Der hohe Sockel besteht aus 20 cm starken Platten von Kaiserstein, zu 15.409 Gulden.
- Die Balkonplatten bei der großen Durchfahrt zum Michaelerplatz kamen aus Kaisersteinbruch (kein anderer Steinbruch konnte so große Werkstücke liefern)
- Für die Säulen der Feststiege verwendete man „Zeindler Stein“, einen harten Kaiserstein.
- Die Stufen der Schatzkammerstiege, neuer Name „Gottfried von Einem“-Stiege sind aus Kaiserstein.[238][281]

## Kaiserstein für die Steinplatte auf dem Ehrengrab des Architekten und Steinmetzmeisters Friedrich von Schmidt

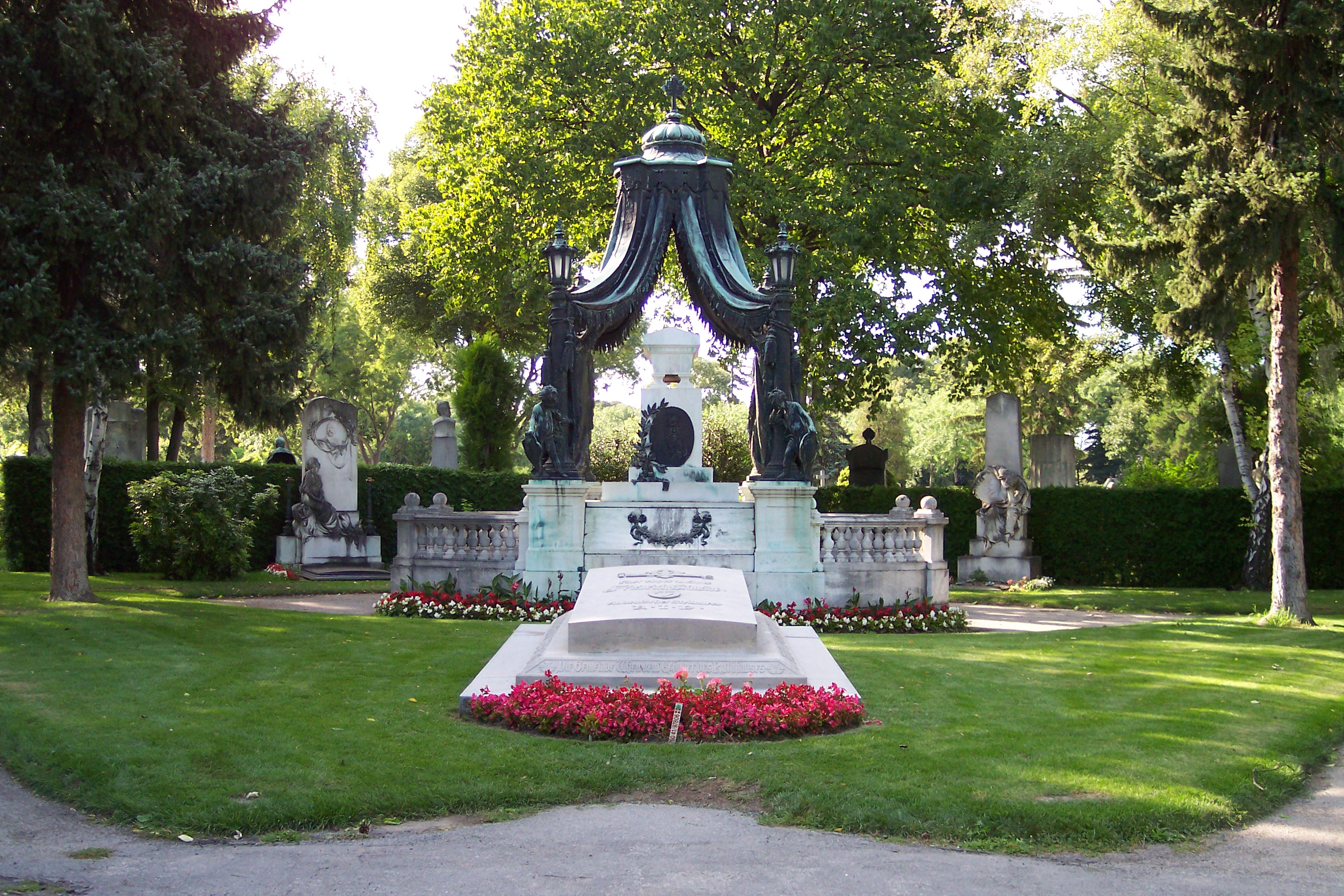
Ehrengrab auf dem Wiener Zentralfriedhof

Friedrich von Schmidt verstarb am 23. Jänner 1891 und erhielt ein Ehrengrab auf dem Wiener Zentralfriedhof (Gruppe 14 A, Nummer 54). Die mächtige Steinplatte, welche das Grab bedeckt, ist aus dem Hausbruch der Brüder Amelin in Kaisersteinbruch gehauen.

## Kaiserstein für das Palais Rothschild in der Metternichgasse 8

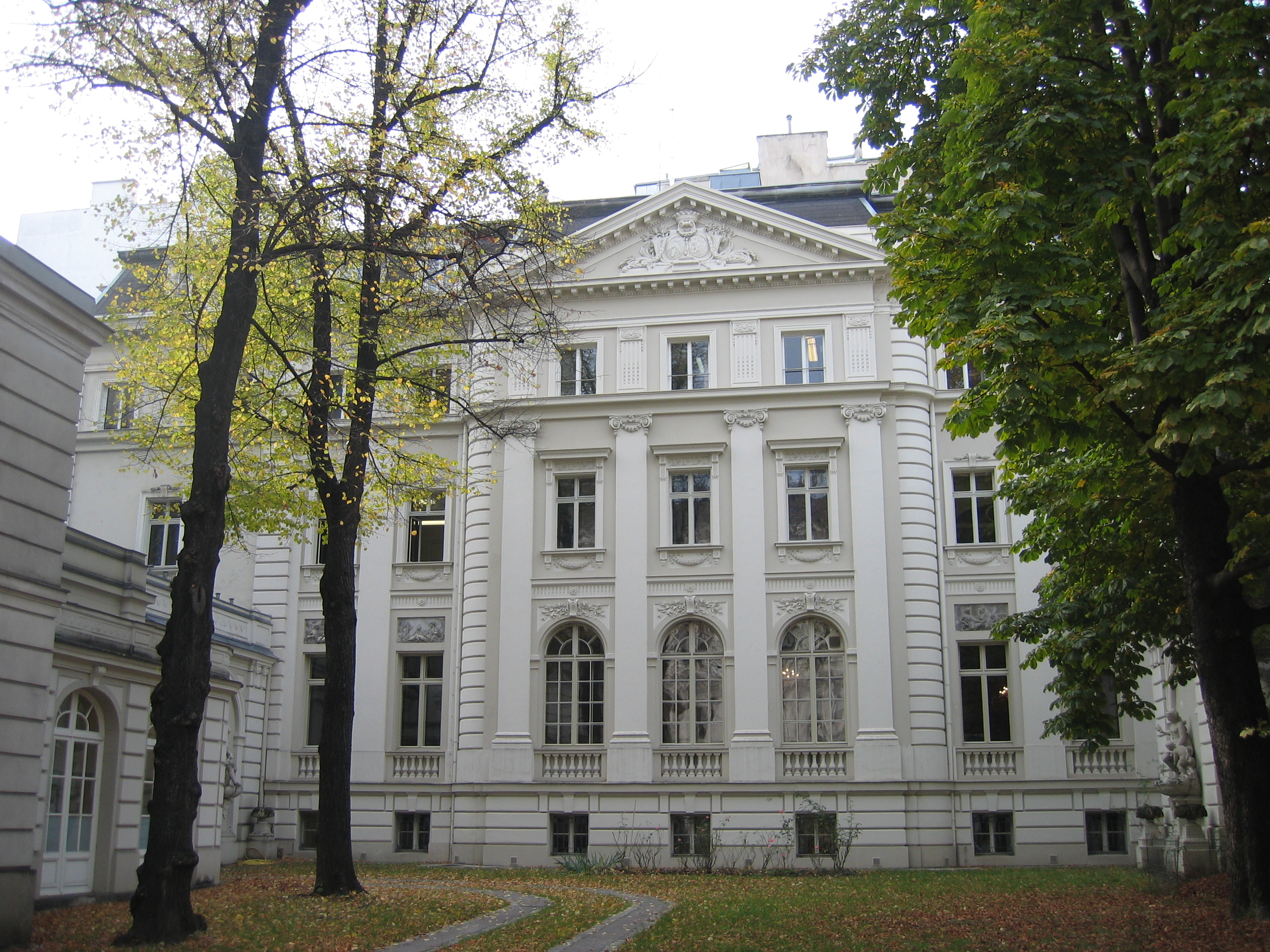
Palais Rothschild

Das Palais wurde von 1891 bis 1893 nach Entwürfen der Architekten Amand Louis Bauqué und Albert Pio für den Baron Othon de Bourgoing errichtet. Das Gebäude ist auch unter dem Namen Palais Springer bekannt, da es vor der Familie Rothschild im Besitz der Familie Springer war.
Das Palais ist von der Straßenflucht zurückgesetzt, an der Straße seitlich das Pförtnerhaus. Aufgang mit langen Kaisersteinstufen zum Vestibül. Sonstige Stufen mit Linoleum überzogen.
- Heute befindet sich im Palais Rothschild eine Außenstelle der Universität für Musik und darstellende Kunst Wien.

## Kaiserstein für den Verbindungstrakt der Hofburg
Dokumentiert sind Lieferungen von hartem Kaiserstein für Stufen zum Anbau an den Zeremoniensaal (Rittersaal) der alten k.k. Hofburg im Passageraum für eine Stiege in den Keller und in den Mezzanin.
- Es wird betont: die Stufen sollen möglichst gleichfarbig sein, Verschiedenheiten in der Farbe der Stufen (die blauen Einschlüsse!) sind unzulässig.

6. August 1889

## Kaiserstein für die Breitenfelder Pfarrkirche, dem Heiligen Franz von Assisi geweiht

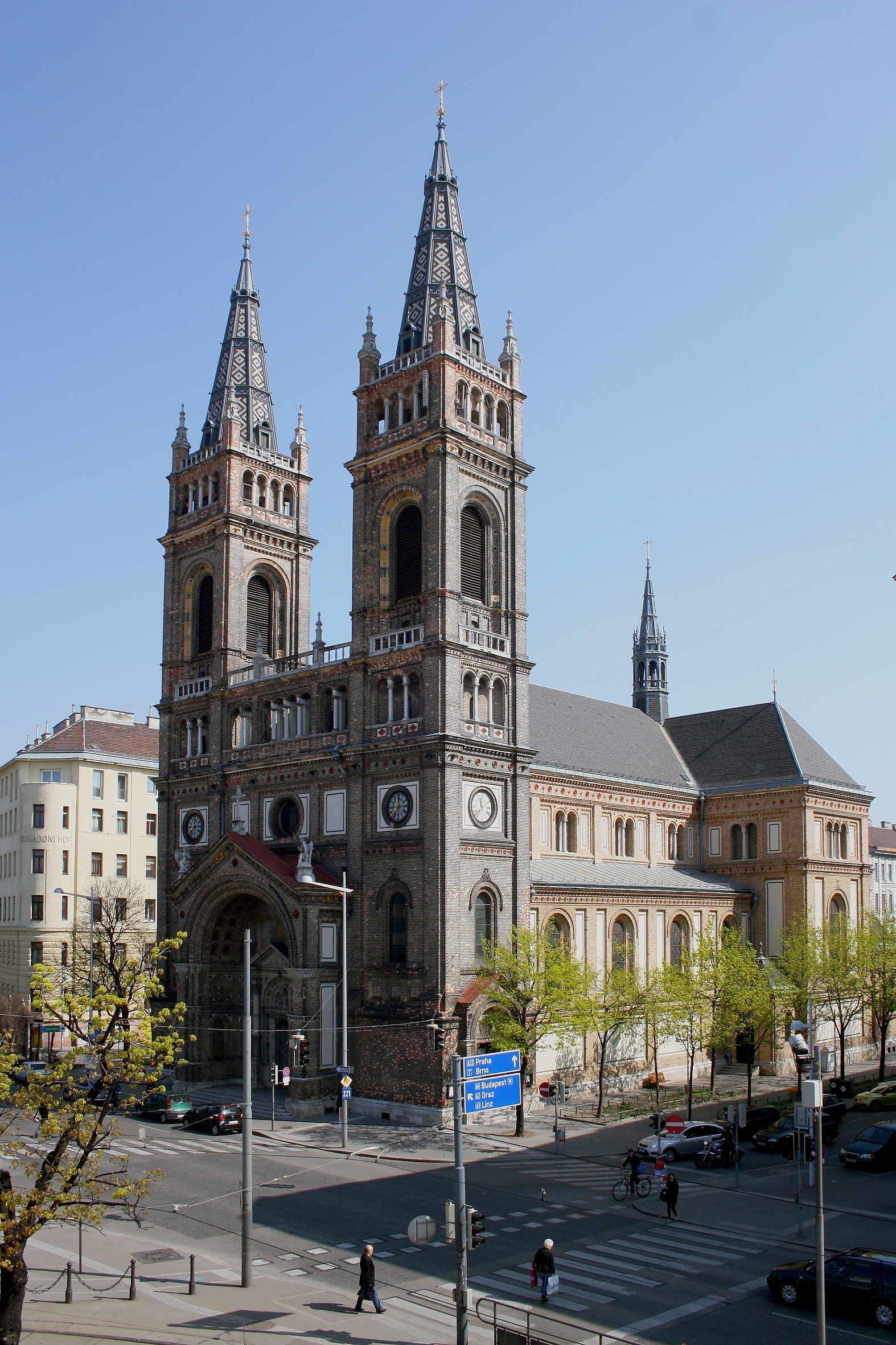
Breitenfelder Pfarrkirche

Nach dem Ableben von Kaiser Franz II. sollte eine Gedächtniskirche erbaut werden. Die Befürworter waren längst verstorben, als 1886 ein Architektenwettbewerb für die Kirche ausgeschrieben wurde. Das Siegerprojekt stammte von Alexander Wielemans.
- Die Grundsteinlegung auf dem Bauplatz am Hernalser Gürtel fand 1894 im Beisein des Kaisers und des Wiener Erzbischofs Kardinal Anton Josef Gruscha statt. Die Kirche wurde am 18. Juni 1898 in Anwesenheit des Kaisers feierlich geweiht.
- Die Kirche ist ein Ziegelrohbau in Formen der italienischen Frührenaissance. Die Türme sind durch eine offene Galerie verbunden. Ihre Säulchen bestehen aus Trienter-, die Stiegenstufen aus Kunstmarmor, die übrige Steinarchitektur der Facaden aus Kaiserstein.[286]

## Kaiserstein für den Wasserturm in Favoriten

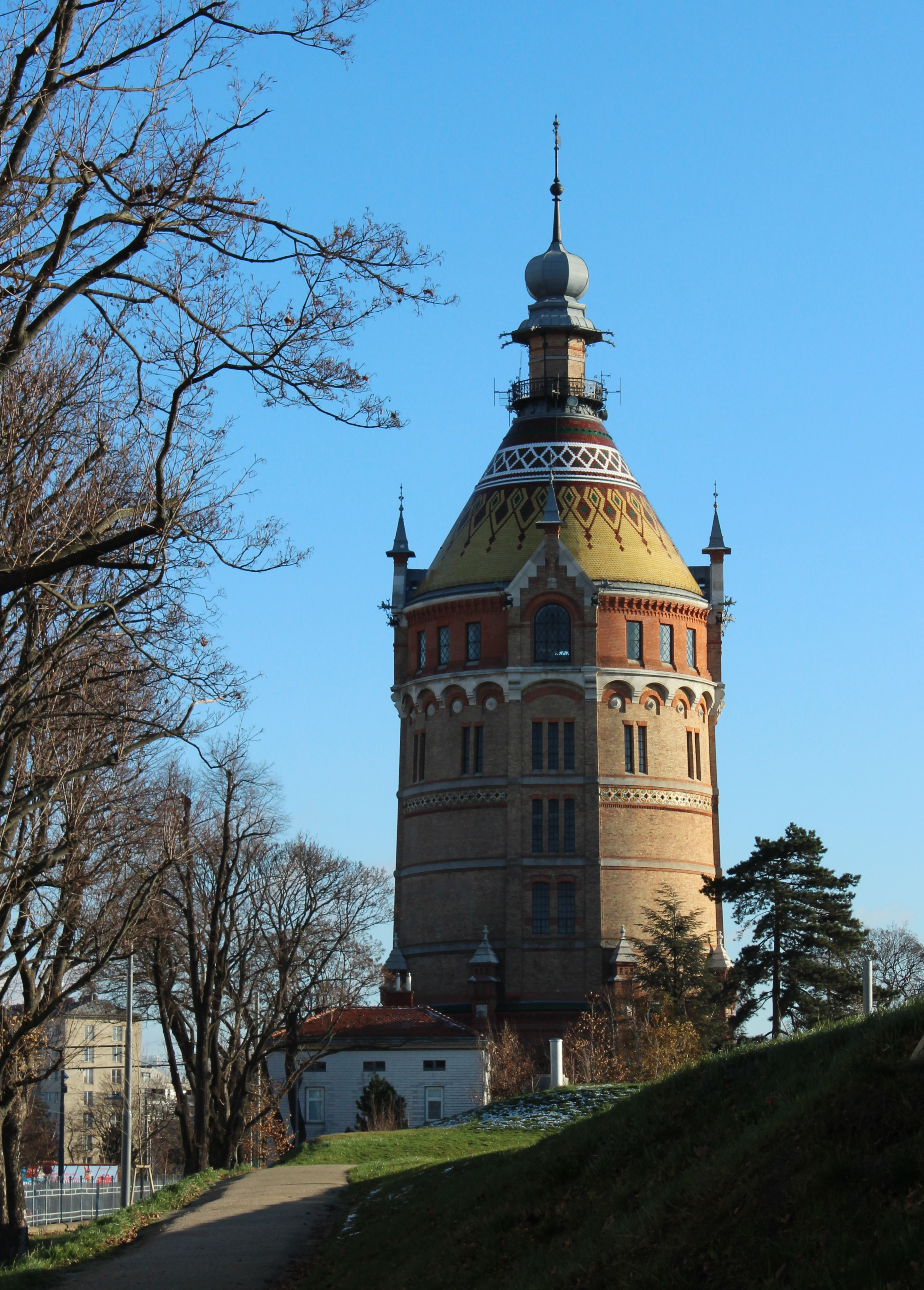
Wasserturm in Favoriten

Der Wasserturm Favoriten wurde von Franz Borkowitz als markantes Bauwerk im Stil des industriellen Historismus entworfen und in den Jahren 1898 bis 1899 errichtet. Steinlieferungen kamen aus Kaisersteinbruch, harter Kaiserstein aus dem Hausbruch und Neukaiserstein aus dem Kapellenbruch der Familie Amelin.
Zu dieser Zeit wies Wien ein außerordentlich starkes Bevölkerungswachstum und damit einen stetig wachsenden Trinkwasserverbrauch auf.

## Kaiserstein für den Rattenfängerbrunnen in Korneuburg

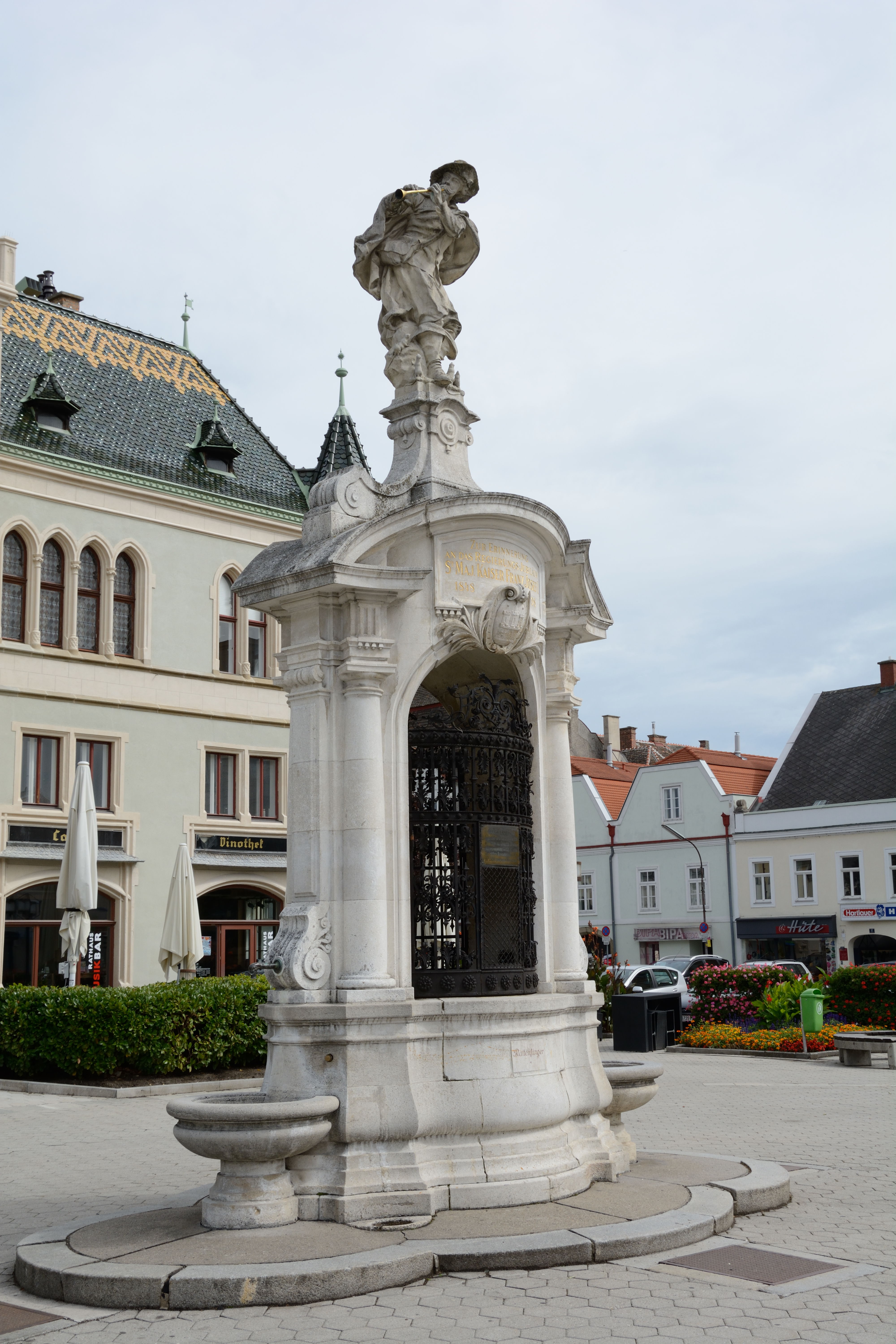
Rattenfänger-Brunnen

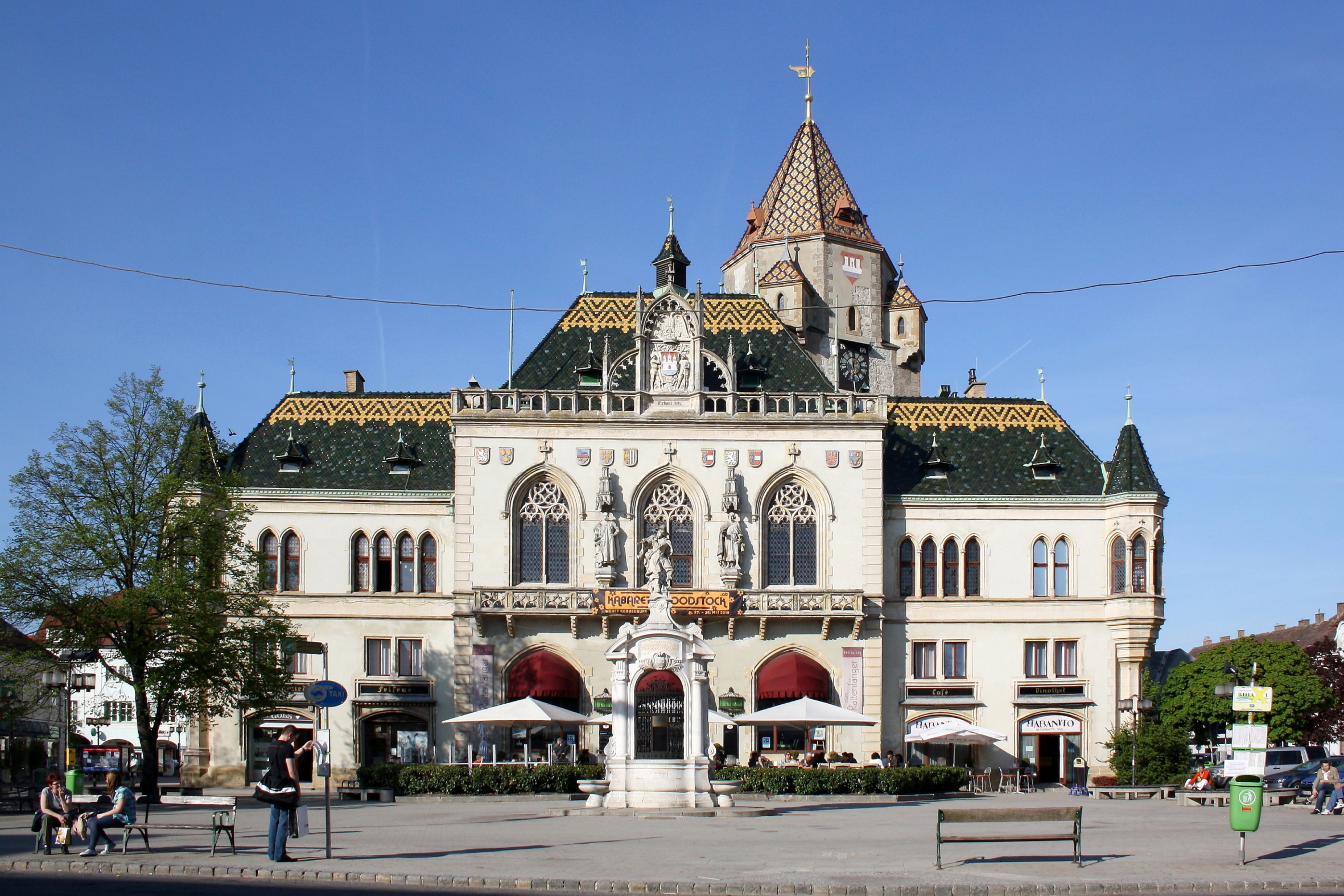
Rathausplatz

Als Ersatz für zwei Pumpbrunnen wurde der „Rattenfängerbrunnen“ 1898 vor dem Korneuburger Rathaus aufgestellt. Mit der Statue des Rattenfängers, die der Bildhauer Emanuel Pendl ausführte, wurde eine alte Lokalsage um die Ereignisse von 1646, dem Ende der Schwedenbelagerung, im Gedächtnis bewahrt. Der Brunnen selbst wurde in monumentaler Weise ganz aus Kaiserstein, dem weißen, harten Kaisersteinbrucher Stein geschaffen. Die den Brunnenschacht abschließenden, reich gezierten, geschmiedeten Gitter dienten zugleich zur Anbringung von meteorologischen Instrumenten.

## Kaiserstein für das Haus-, Hof- und Staatsarchiv und die Minoritenkirche

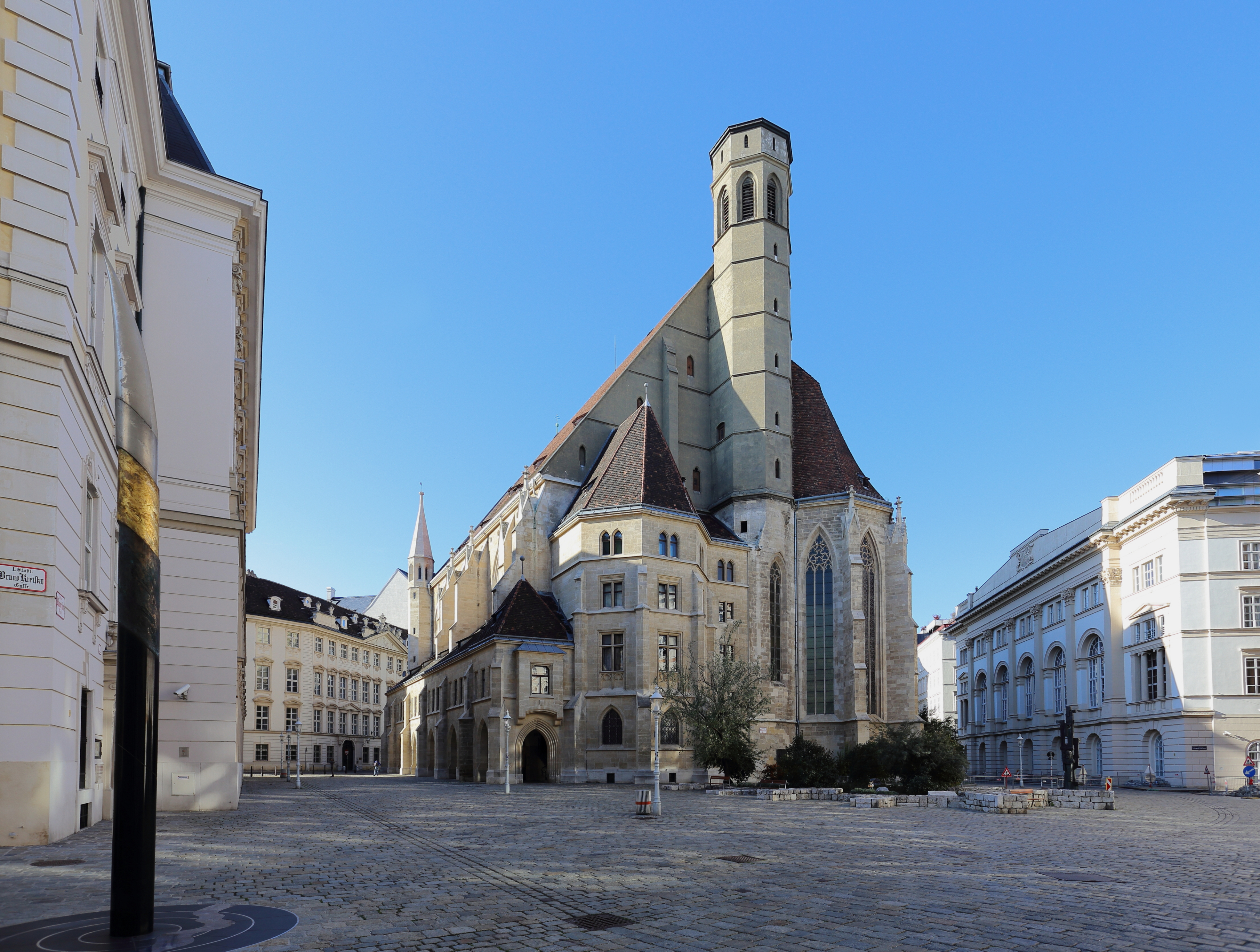
Minoritenplatz, links das Archiv, in der Mitte die Kirche.

Ab 1892 brach man das Gebäude des ehemaligen Minoritenklosters auf dem Minoritenplatz ab. Durch Joseph II. fiel der Bau an den Staat und wurde zur Unterbringung verschiedener Ämter benützt. Ein Teil des freigewordenen Areals wurde zur Erweiterung des Außenministeriums (des heutigen Bundeskanzleramtes) und für den Neubau des Archives verwendet. Der Rest wurde als Platz gestaltet.
- 18. Jänner 1900: Nach einem Beschluss des Hof-Bau-Comites wird Herrn Steinmetzmeister Johann Konheiser die Lieferung des Steinsockels aus hartem Kaiserstein für den Bau des Haus-, Hof und Staatsarchivs übertragen.[290]
- Als Fassadenstein wurde feiner Zogelsdorfer genehmigt.
- Die Hauptstiege aus Nembro, nach Kieslinger Nembro giallo, gelber Marmor von Domegliara bei Bologna.
- Die Stiege in den Keller (Heizraum) aus Kaiserstein, alle Ansichtsflächen sowie Profil fein gestockt, mit geschliffenem Hammerschlag. Ebenso die Stufen von der Unterfahrt Metastasiogasse zum Parterrefußboden.[291]

Die Minoritenkirche wurde unter Leitung von Viktor Luntz restauriert und in die heutige Gestalt gebracht. Dabei erneuerte man an den Arkadengang, zwei Steinarten dominieren: St. Margarethener Kalksandstein und Kaiserstein.

## Kaiserstein für eine Mädchenbürgerschule der Stadt Wien, in der Lortzinggasse
Lieferung aller Stufen für das Schulgebäude von hartem, weißem Kaiserstein durch den Steinmetzmeister Josef Amelin im Jahre 1903.

## Kaiserstein im Zugang zur Hofbibliothek vom Josefsplatz

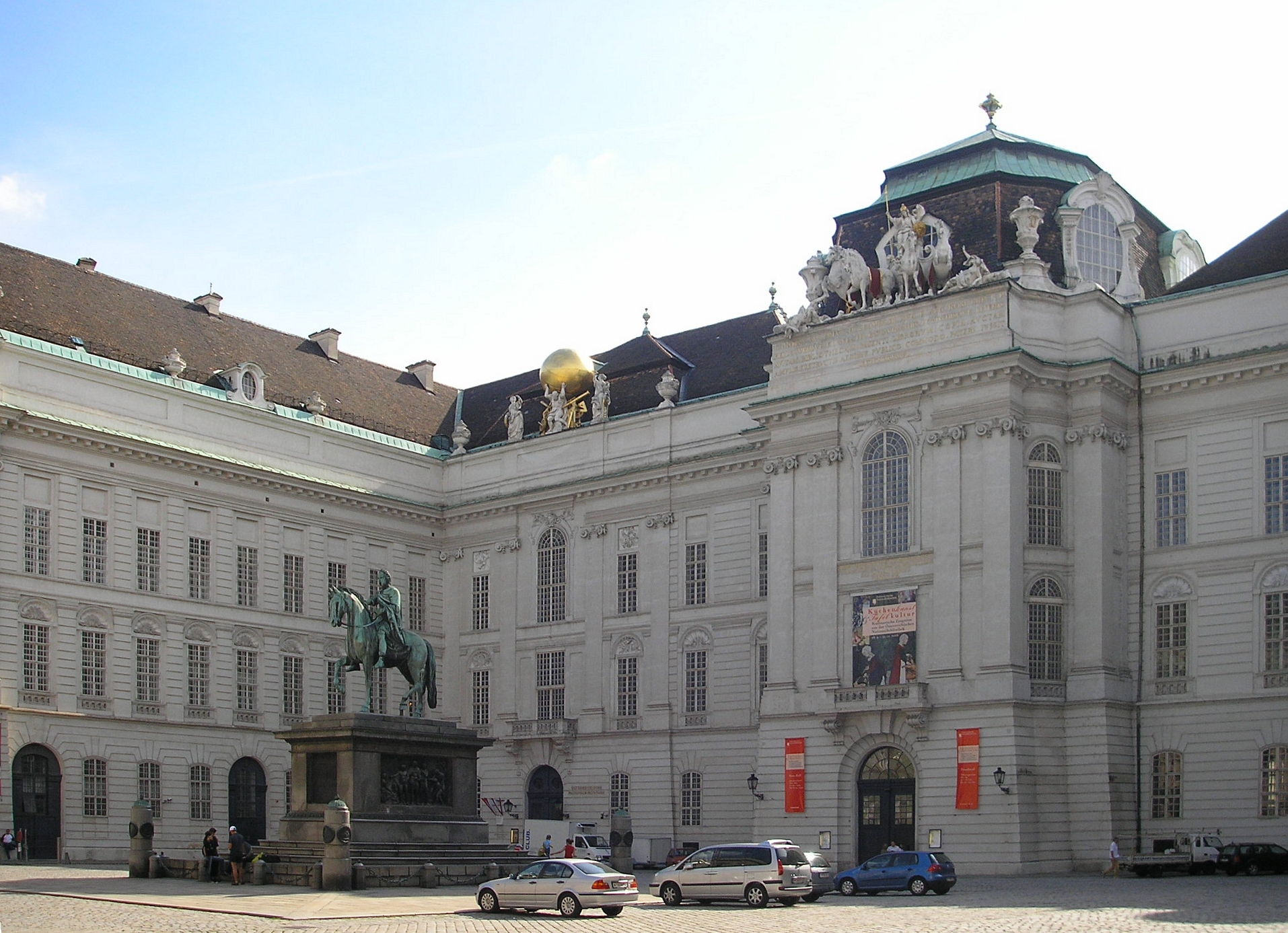
Josefsplatz

1904 erfolgte im Auftrag des Hofbaucomites: Gestaltung eines Zuganges zur Hofbibliothek vom Josefsplatz – zum Teil aus altem vorhandenem Almaser-, Wöllersdorfer, Kaiser-, Marzano- und Kelheimer Stein, zum Teil aus neu beizustellendem Kaiserstein. Aus Kaiserstein vor allem Stufen und Bodenplatten.
In der „Neuerwerbung“, vom Bibliothekstrakt zur Augustinerkirche auf dem Josefsplatz die große Dienststiege, die zur Handschriftensammlung führt, Stufen, Bodenplatten aus Kaiserstein, den Kalksteinen von Cava Romana und Orsera. Daneben noch Stufen als Verbindung zur Feststiege.

## Kaiserstein im „Wiener Bauratgeber, allgemeine Arbeits- und Materialpreise im Baufache“
für den Bereich von Österreich-Ungarn, Bosnien und die Herzegowina zusammengestellt und für Deutschland und die Schweiz anwendbar. Von D. V. Junk, k. k. Baurat, Stadtbaumeister von Wien.
1. Auflage: Wien, im Dezember 1879.
6. Auflage: Wien, 15. November 1906.
Steinmetzarbeiten, S. 115
Steine per Kurrentmeter: Stufen, S. 122
Stiegenstufen aus ganz hartem, weißem Kaiserstein, oder anderen, diesem in Rücksicht auf Qualität und Härte gleichkommenden Steingattungen.

## Kaiserstein für zwei Ministerienbrunnen vor dem Regierungsgebäude am Stubenring
Zwischen 1909 und 1913 wurden zwei gleichartige Brunnen von Architekt Ludwig Baumann zu beiden Seiten symmetrisch zum Denkmal für Feldmarschall Graf Johann Joseph Wenzel Radetzky vor dem 250 m langen Komplex des ehem. Reichskriegsministeriums errichtet.

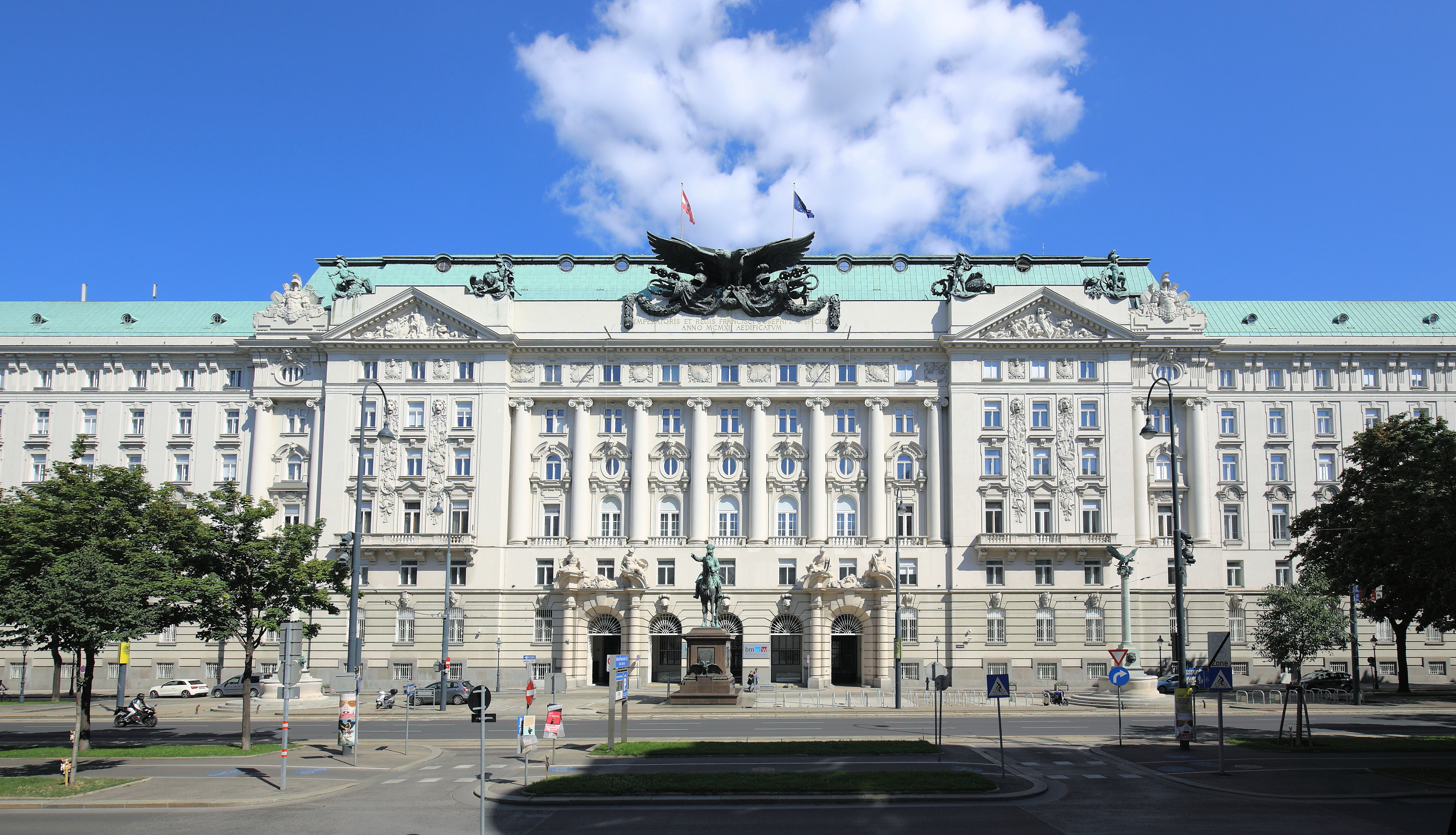
Regierungsgebäude Gesamtsicht
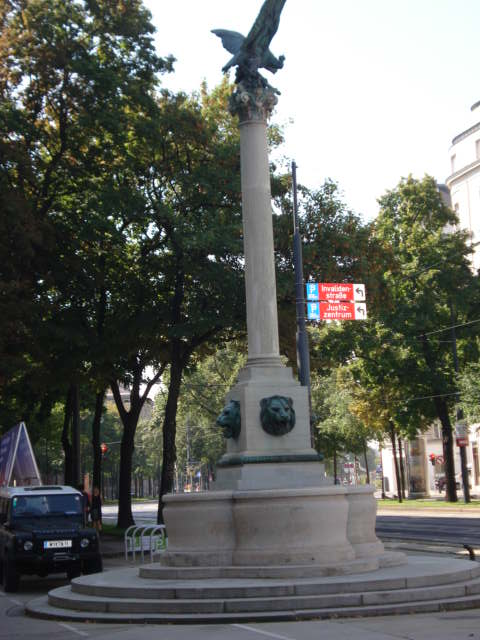
Ministerien-Brunnen
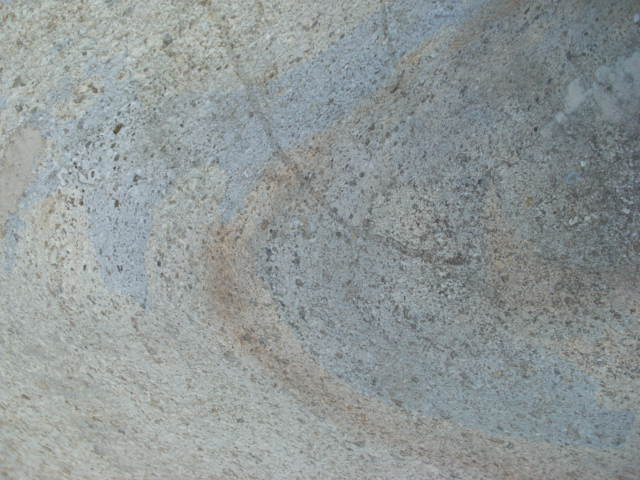
Nach Restaurierung sieht man bläuliche Einsprengungen
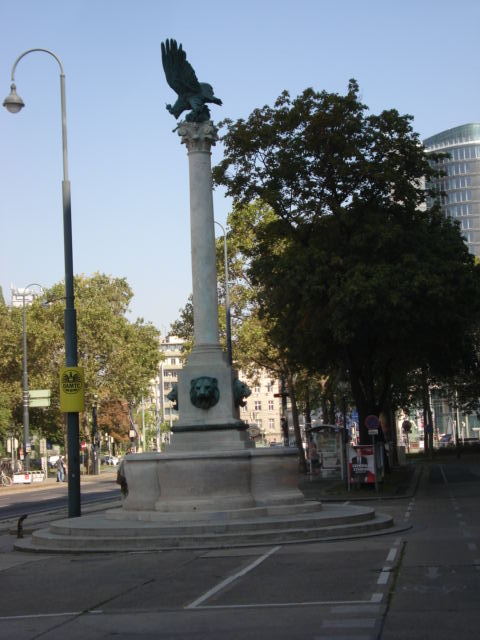
Becken und Mittelsäule aus Kaiserstein

- Auf einem Stufensockel aus Granit sind Kleeblattbecken und Mittelsäule aus Kaiserstein angebracht, in denen sich ein mit Laubornamenten geschmückter Vierkantsockel aus Granit, mit je vier Tiermaskenspeiern, erhebt. Auf den mit korinthischen Kapitellen ausgestatteten Säulen ist je ein bekrönter Doppeladler als Abschluss angebracht.

## Kaiserstein für das letzte der Arkadenhäuser beim Wiener Rathaus
Dieses Städtische Amtshaus wurde 1913–1918 von August Kirstein errichtet. Es bildet einen großen Gebäudeblock mit Spitzbogenarkaden, voneinander durch große Säulen getrennt.
- Das Verblendmauerwerk mit großen Quadern aus St. Margarethener Kalksandstein, die Säulen mit Basen aus Kaiserstein (Kapellenbruch), die Schäfte aus großlöcherigem Lindabrunner Konglomerat, die Kapitelle aus Marzano-Stein.[294]

## Kaiserstein für den Thronfolger Erzherzog Franz Ferdinand im Schloss Eckartsau
In die Geschichtsbücher ging es als letzter inländischer Wohnort von Kaiser Karl I. nach seinem Verzicht auf jeden Anteil an den Staatsgeschäften vom 11. November 1918 ein.

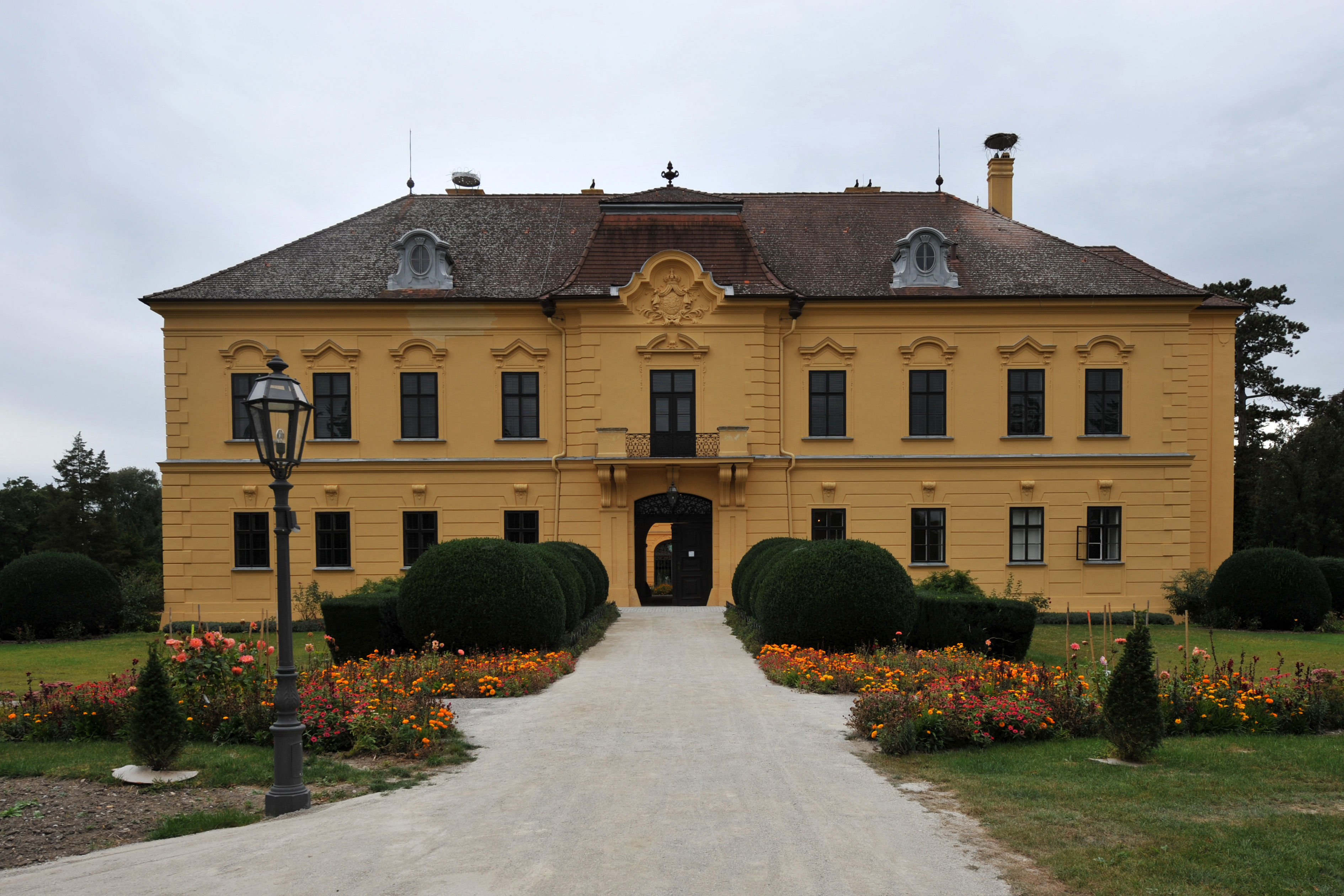
Schloss Eckartsau
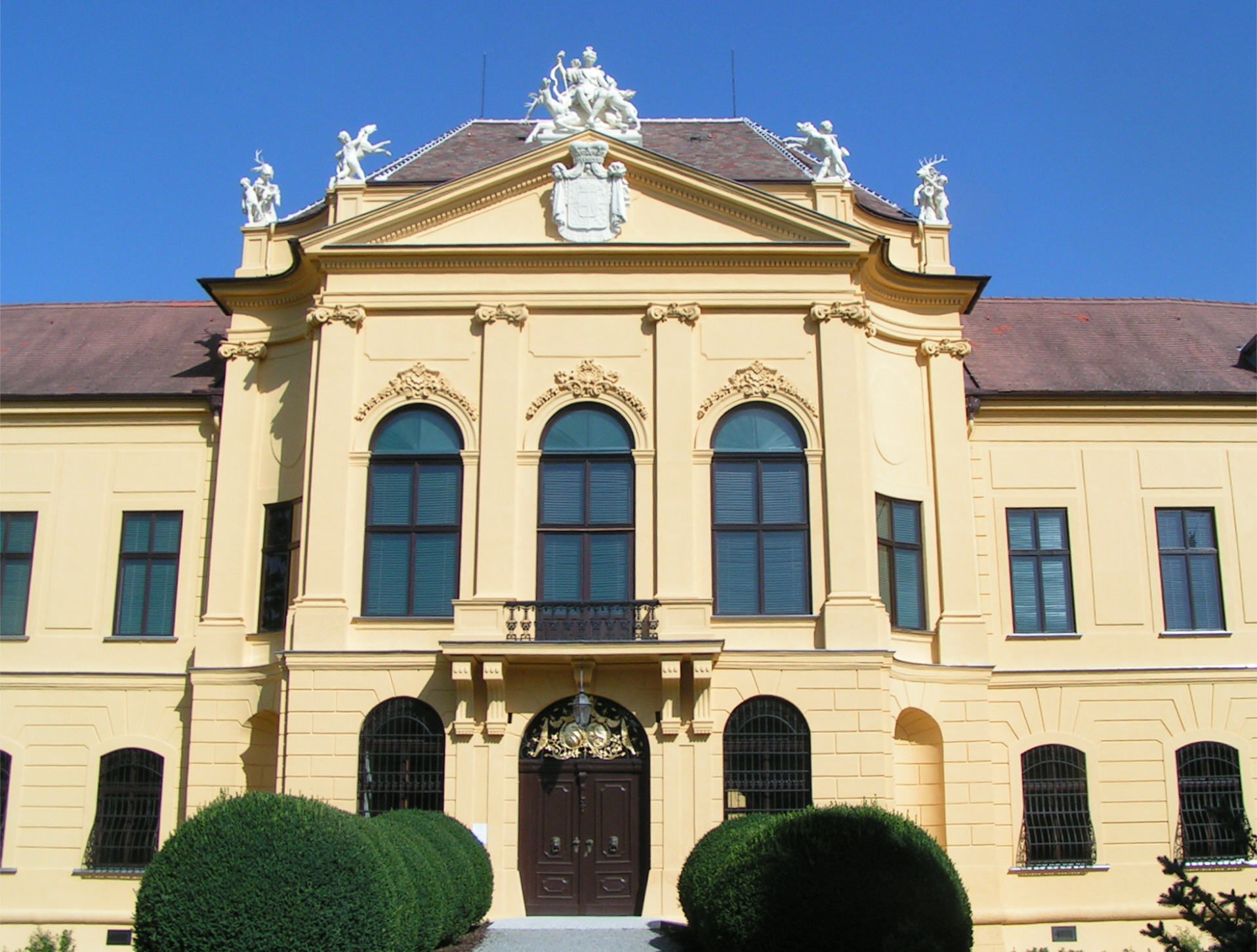
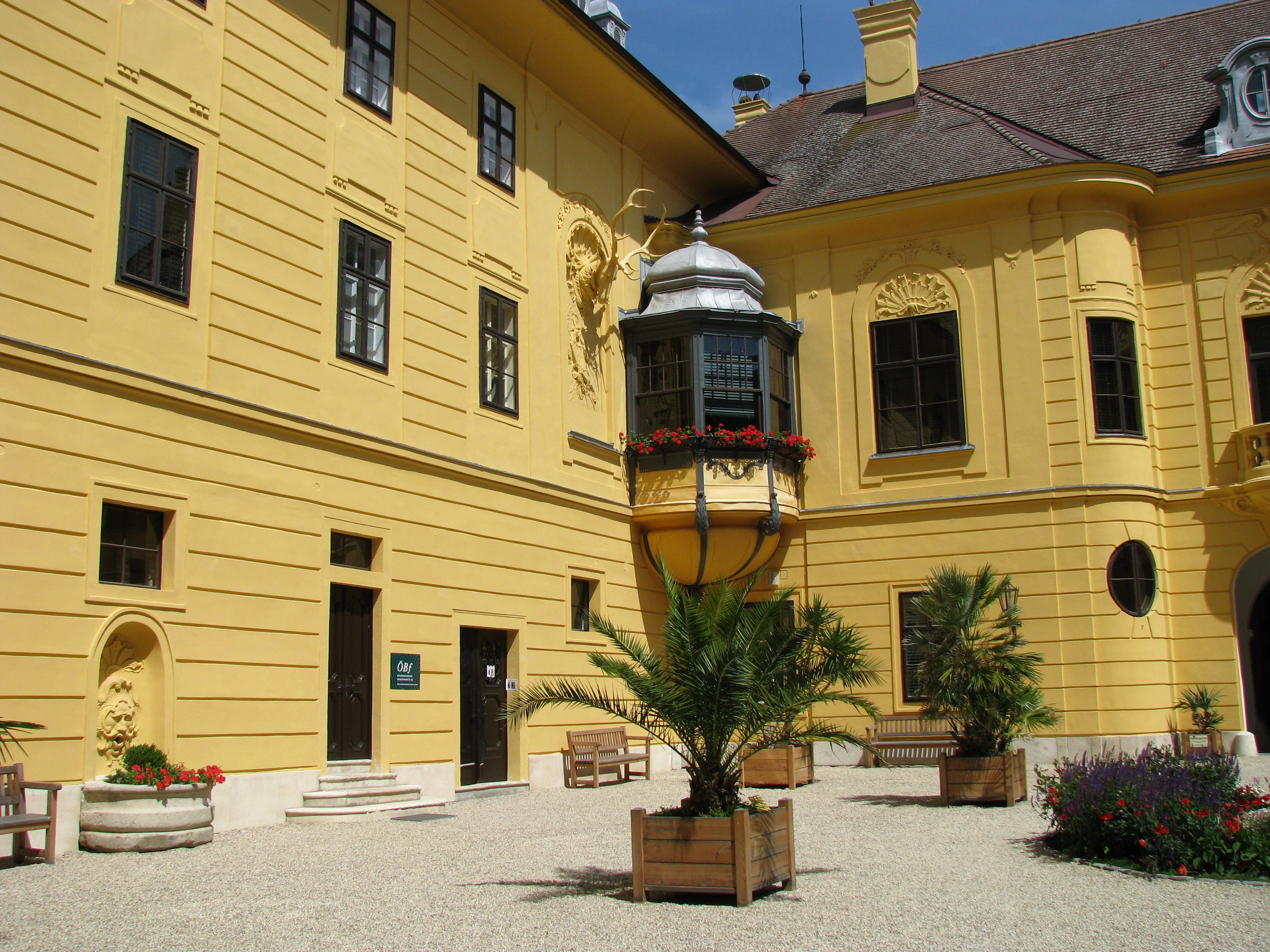
Stufen, Brunnen
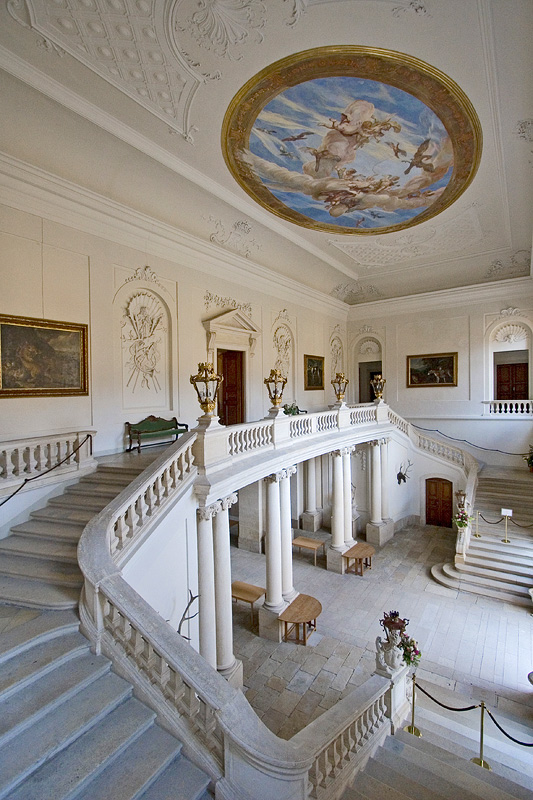
Großes Stiegenhaus
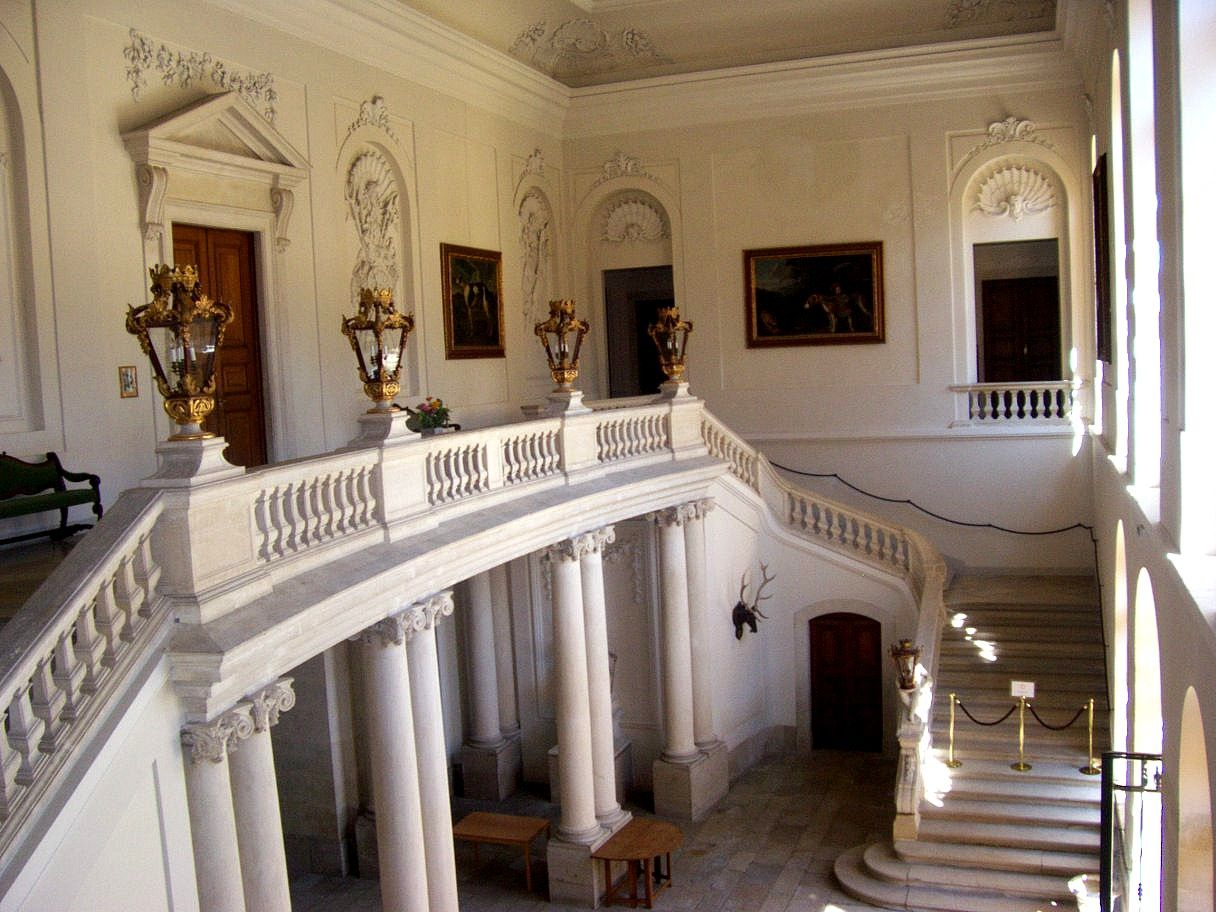

1760 kaufte Kaiser Franz I. Stephan von Lothringen, Gatte Maria Theresias von Habsburg, der Herrscherin der Österreichischen Erblande, das Schloss Eckartsau. Nach dem Tod Maria Theresias 1780 verfiel aber das Schloss zusehends. Erst Erzherzog Franz Ferdinand ließ es 1896–1897 generalsanieren und die bereits abgerissenen Teile wieder aufbauen.
- 1912 ließ der Thronfolger aus dem ehem. Gartenpalast Harrach in Wien-Landstraße die prachtvolle Stiegenanlage aus weißem, hartem Kaisersteinbrucher Stein entfernen und die Teile nach Schloss Eckartsau bringen.[295]

## Kaiserstein für die Wiederherstellung der Filialkirche St. Wolfgang in Kirchberg am Wechsel

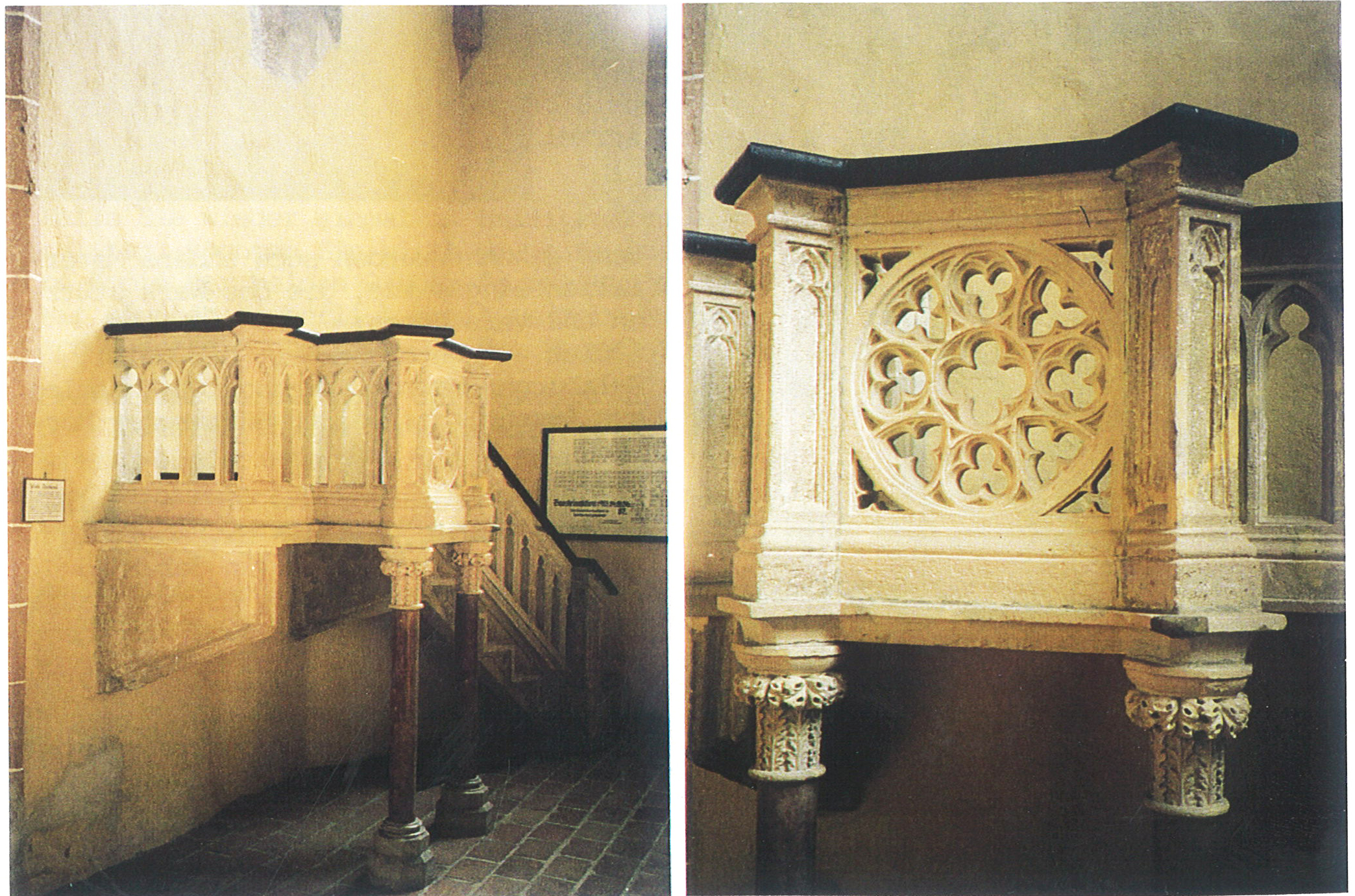
Gotische Kanzel

Die Wolfgangkirche in Kirchberg am Wechsel hat ihre Rettung einzig dem guten Willen einiger Menschen zu verdanken (wie in Kaisersteinbruch!).
Die Filialkirche wurde 1404 als Kapelle St. Wolfgang erstmals erwähnt, Langhaus im 2. Viertel des 15. Jahrhunderts durch Maister Michel (Michael Goldberger?) und Jörg von Straubing erbaut, 1510 dem Chorfrauenstift inkorporiert, 1782 als Filiale aufgelassen, 1796 Exsekration und teilweiser Abbruch, bis 1860 Ruine, 1860–1862 teilweiser Wiederaufbau (Eindeckung, Einwölbung des Chores und des nördlichen Seitenschiffs), 1862 Wiedereinweihung, 1918 Brand und wieder Ruine, 1919–1926 Wiederherstellung nach Plänen von Richard Jordan und Neueinrichtung.
Die 8 cm dicke Bodenplatte besteht aus Kaiserstein, Maßwerk und Kapitelle sind aus Stotzinger Stein gebildet, Pfeiler und Stiegenwände aus St. Margarethner. Die Säulen aus Untersberger Marmor, achteckige Konsolen aus Laaser Marmor.

## Kaiserstein für das Internationale Künstlersymposium Steinbildhauerei Kaisersteinbruch 1990
Im Rahmen der 400-Jahr-Feier veranstaltete der Museums- und Kulturverein Kaisersteinbruch ein Symposium für Steinbildhauerei zur Wiederbelebung des Kaisersteines. Gründer und Organisator war der Österreicher Christoph E. Exler, er konnte den Ungarn Ferenc Gyurcsek und den Rumänen Alexandru Ciutureanu zur gemeinsamen Arbeit gewinnen. Dabei entstanden drei monumentale Steinskulpturen. So wollte sich Kaisersteinbruch auf die 1995 geplante Weltausstellung Wien-Budapest vorbereiten. Die 3 Steinblöcke stellte Ortsvorsteher Josef Hofer zur Verfügung.

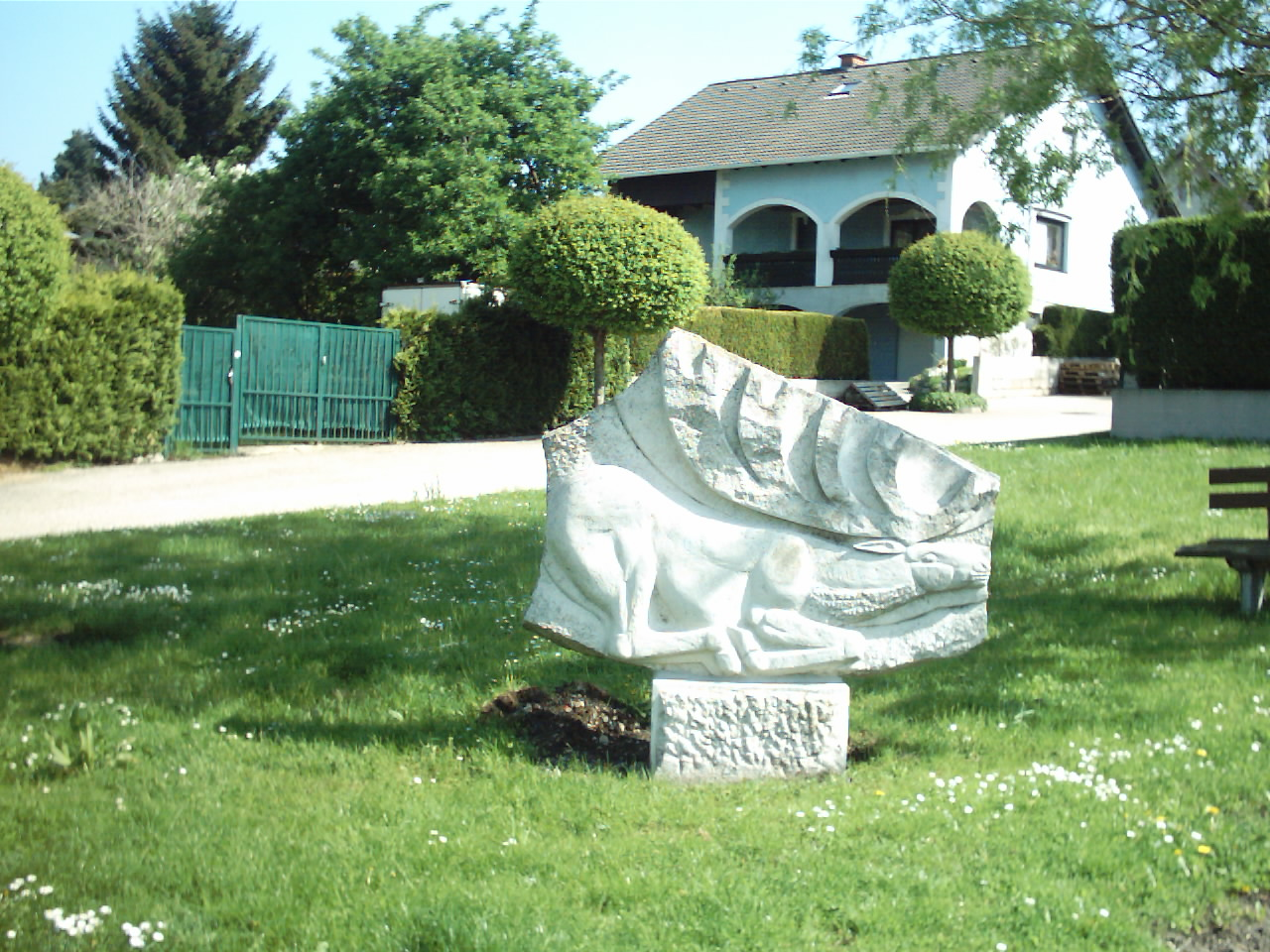
Ungarischer Symposiums-Stein
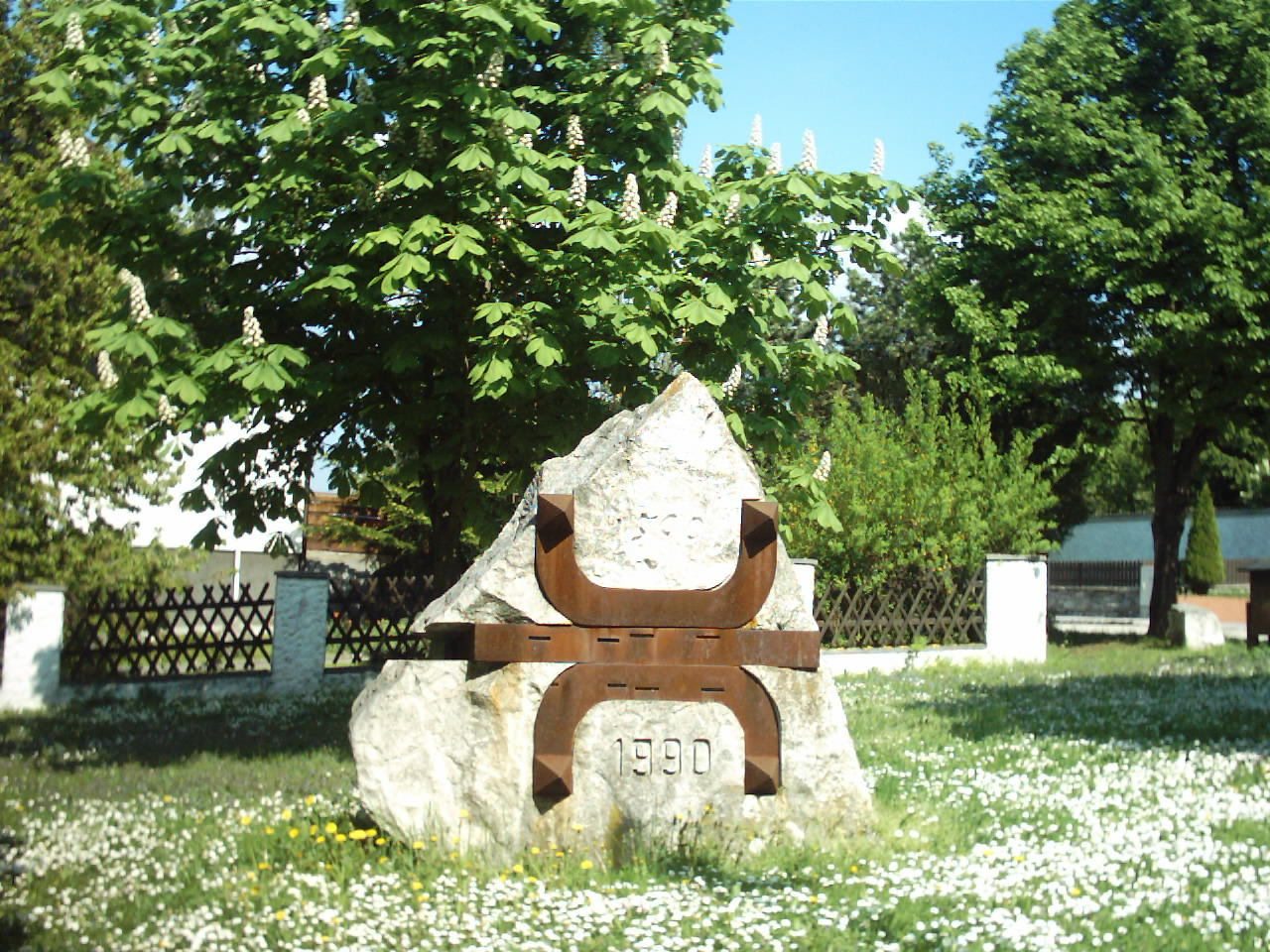
Österreichischer Symposiums-Stein
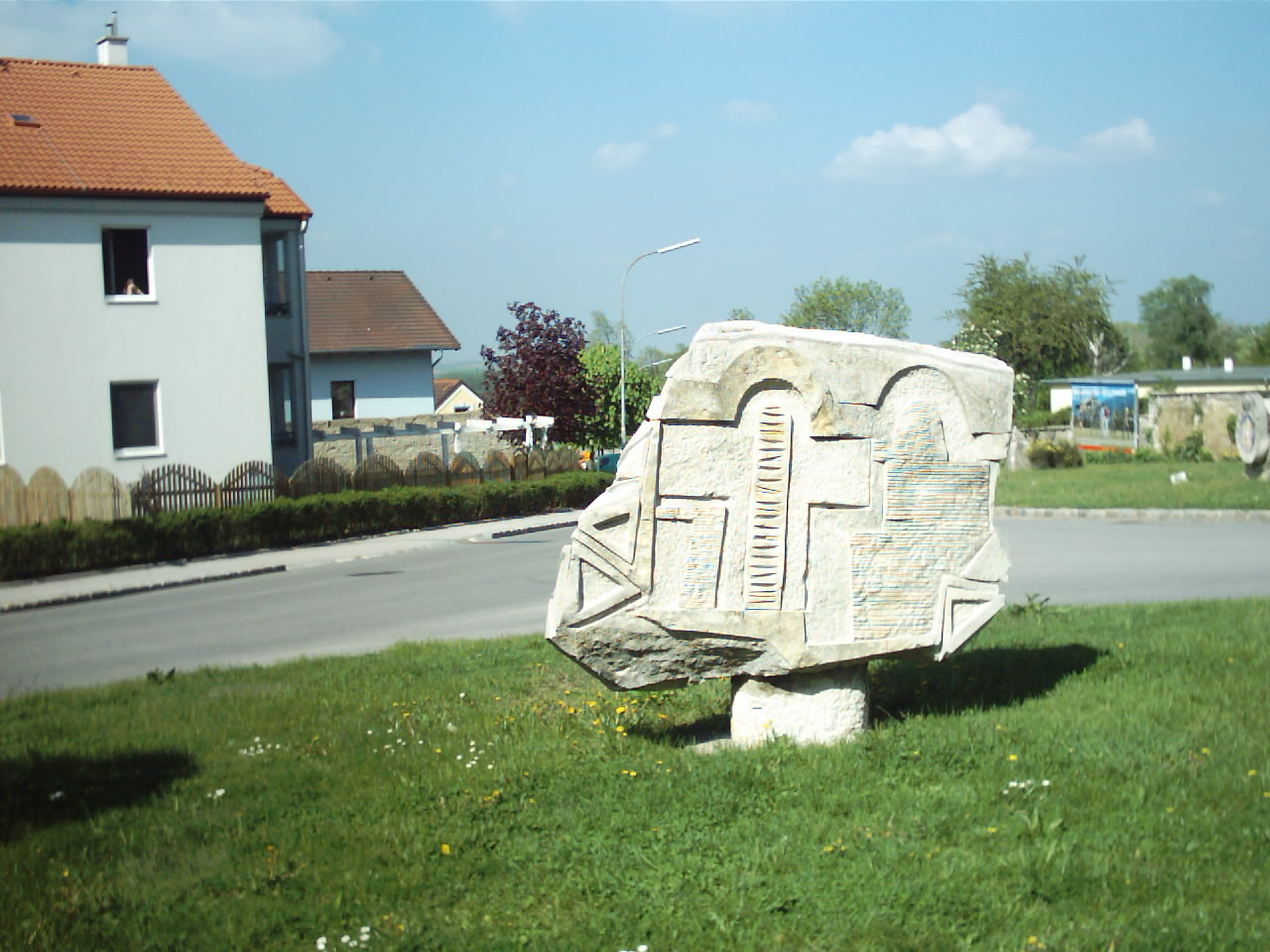
Rumänischer Symposiums-Stein

## Kaiserstein für den „Meinl“ am Graben
In der Vinothek des „Meinl am Graben“ wurden 1999 einige Quadratmeter Bodenplatten von hartem, weißem Kaiserstein aus dem kleinen Steinbruch von Georg Zsalacz in der Josef Haydn-Gasse in Kaisersteinbruch verlegt. Etwas ganz Besonderes!